# A Felvidék világháborús emlékműveinek listája

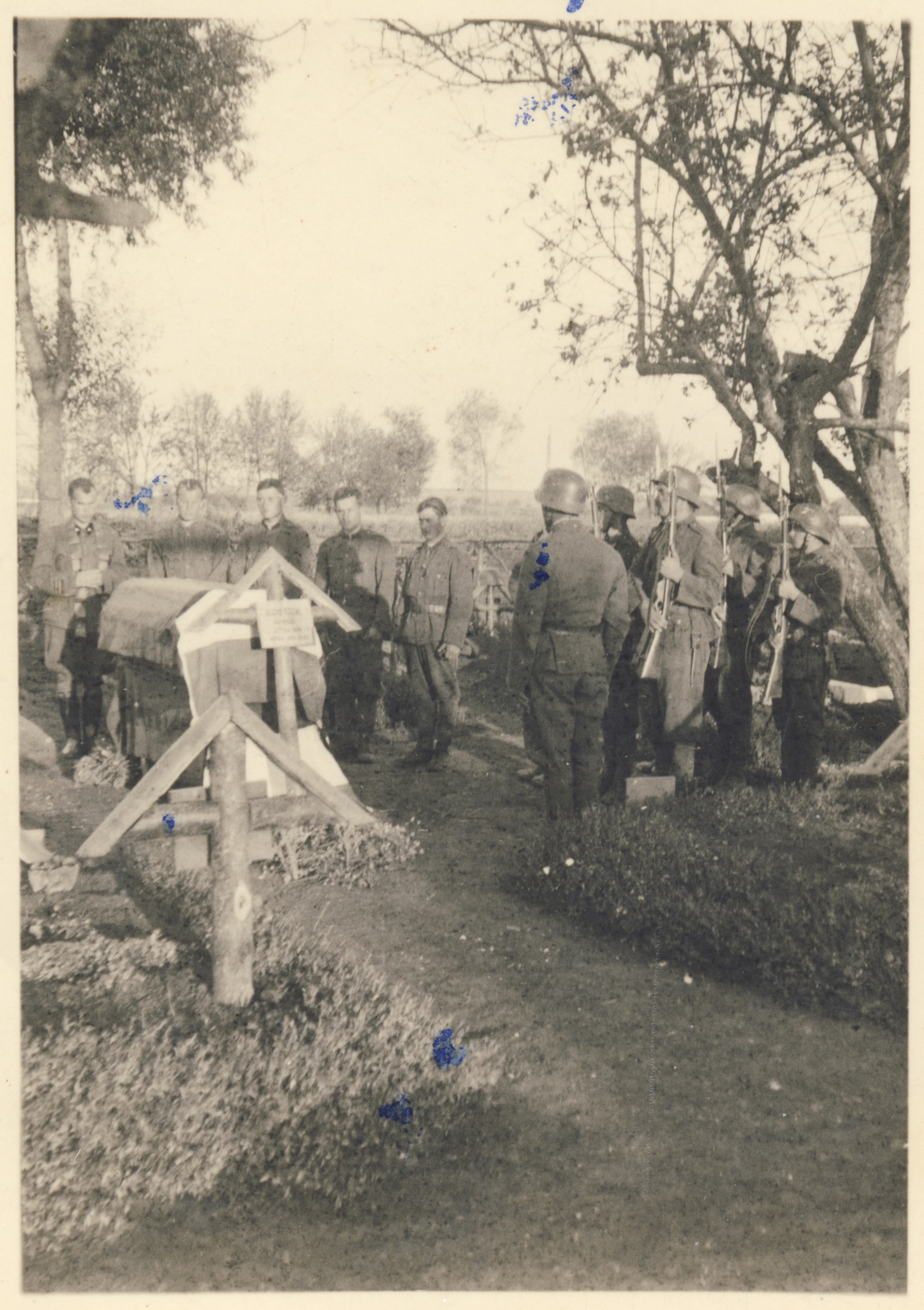
Honvéd temetés Oroszországban

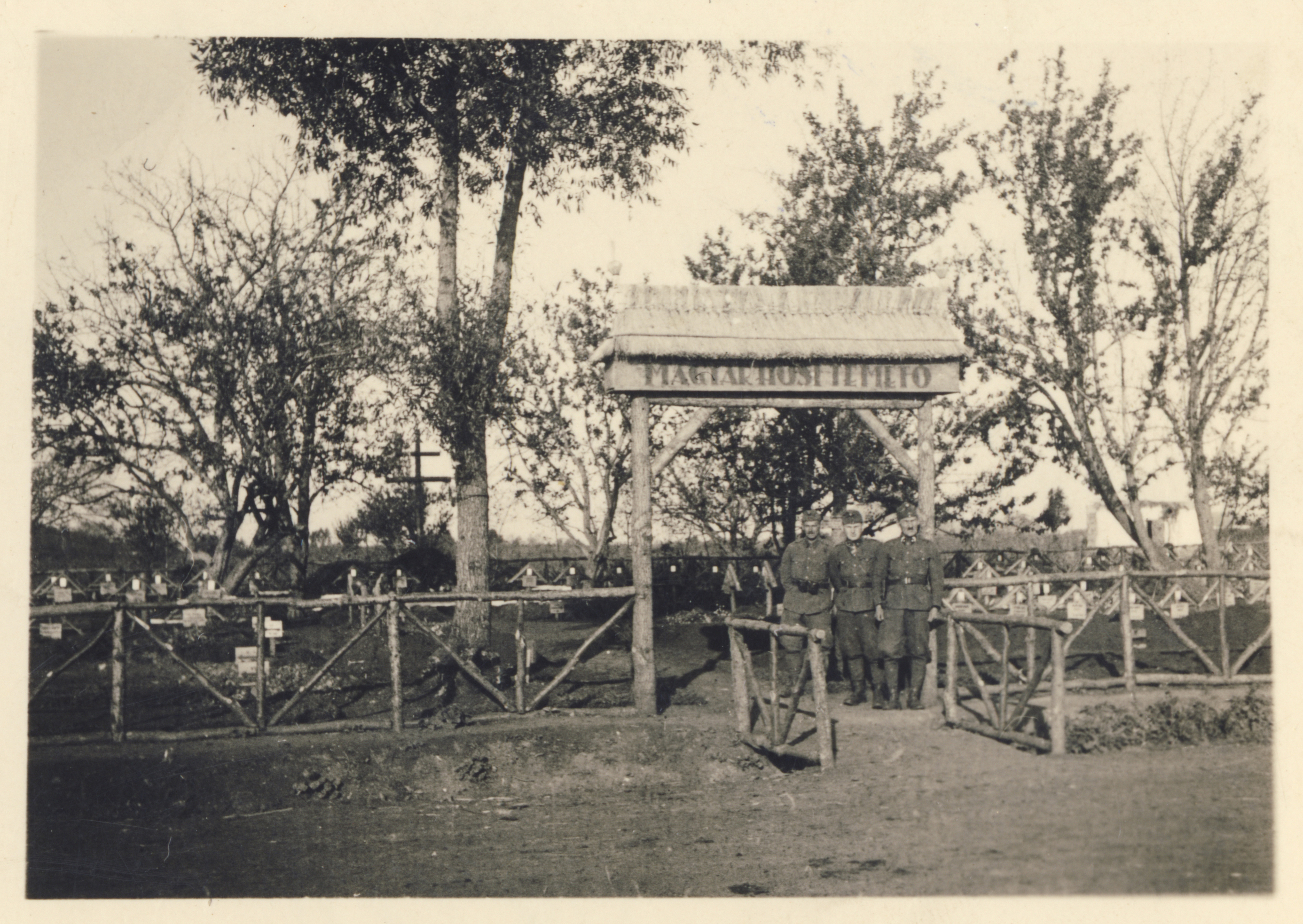
Jablocsnoje hősi temetője

Ez a lap a Szlovákia területén található világháborús emlékműveket és hősi halottak sírjait gyűjti fel. 

##### Balázs

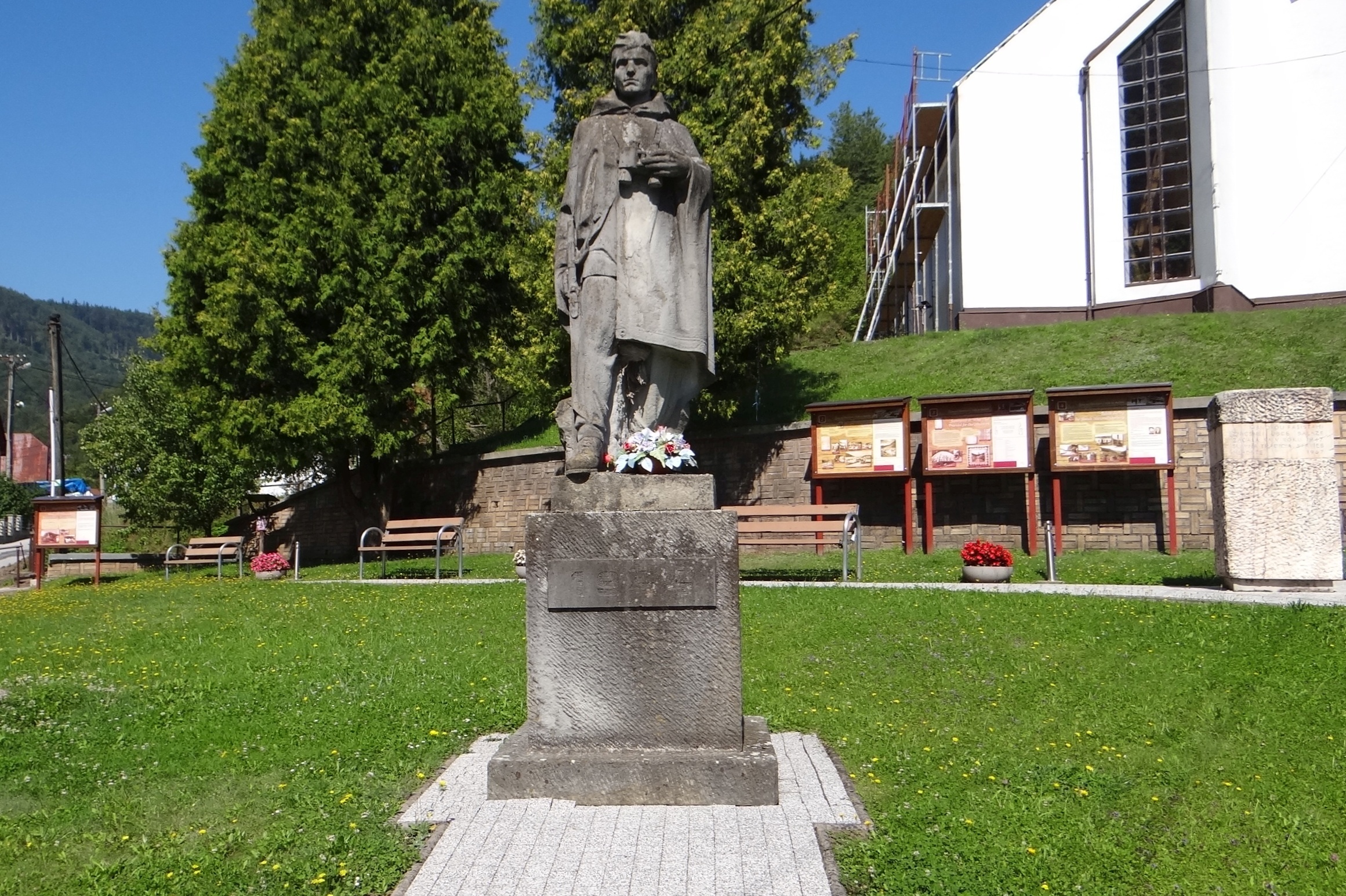

##### Breznóbánya

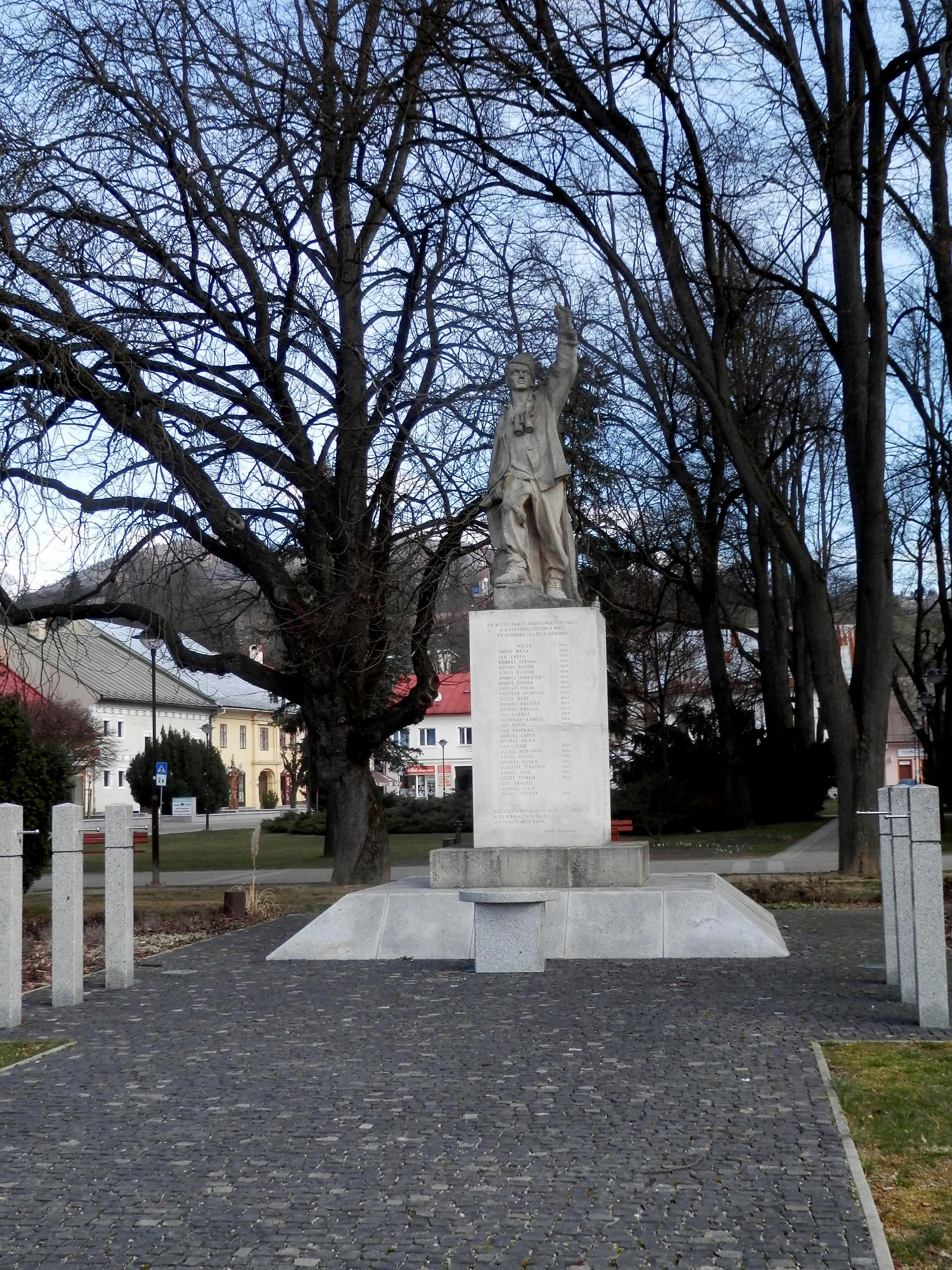

##### Feketebalog

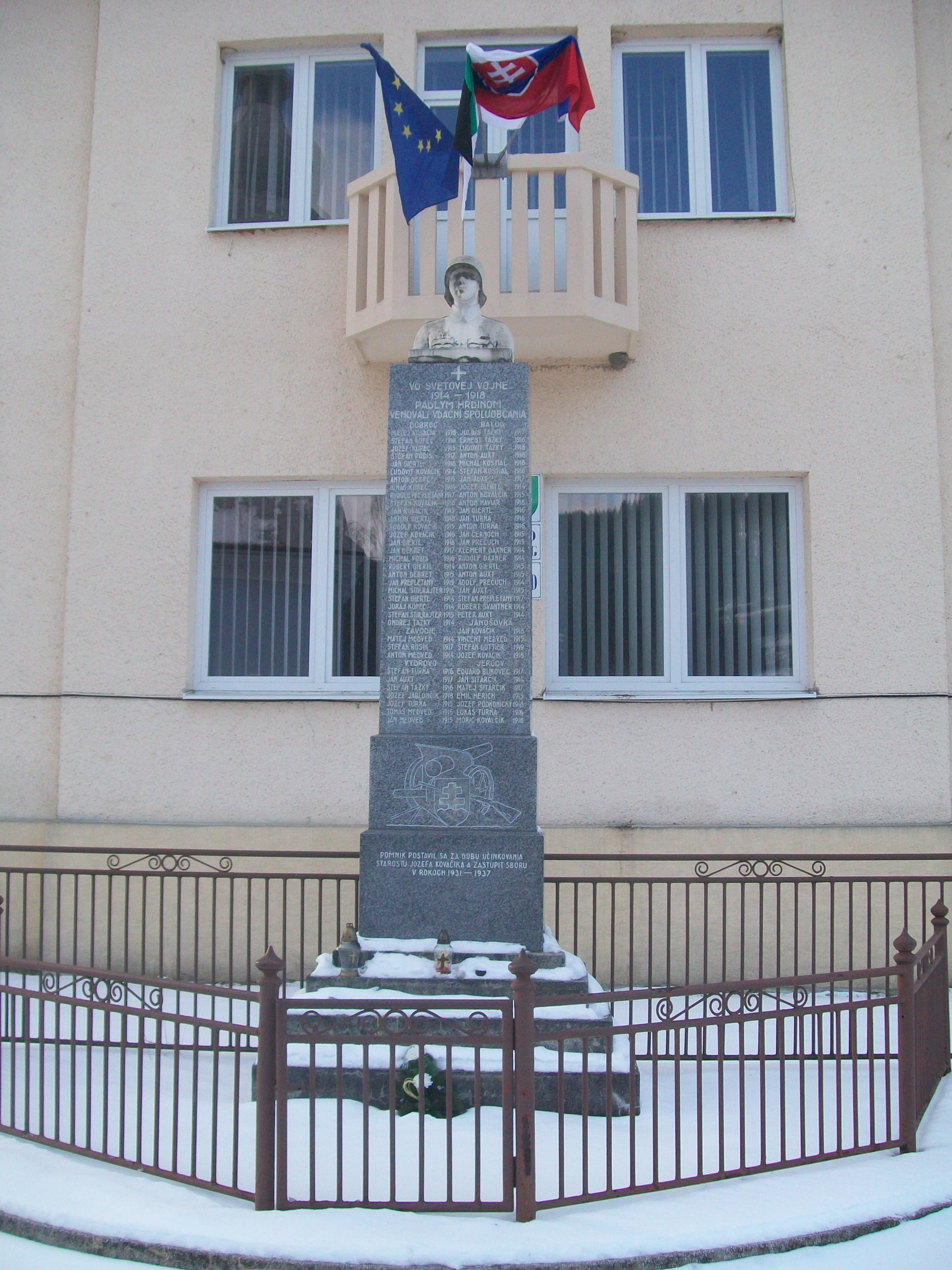
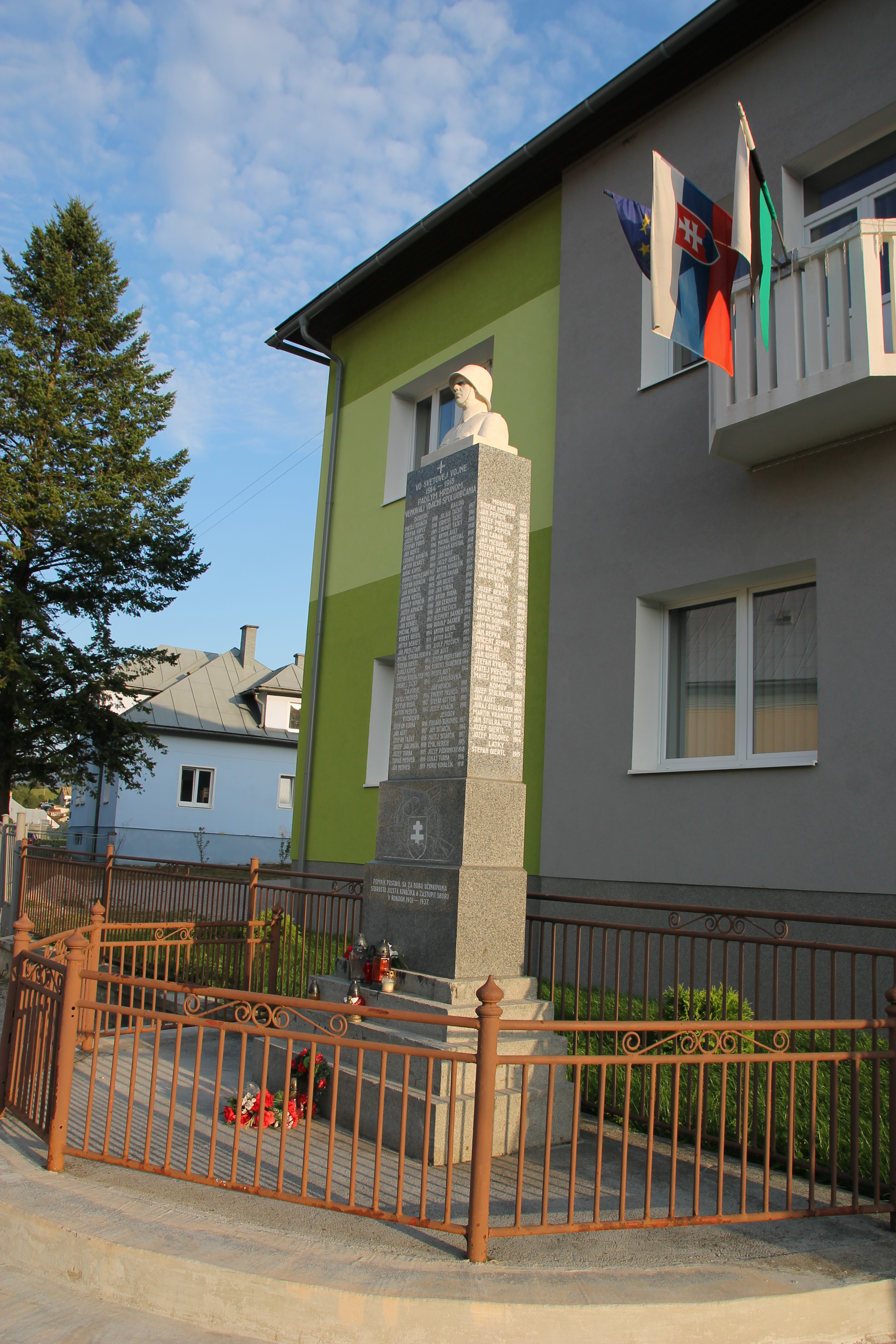

##### Garamnémetfalva

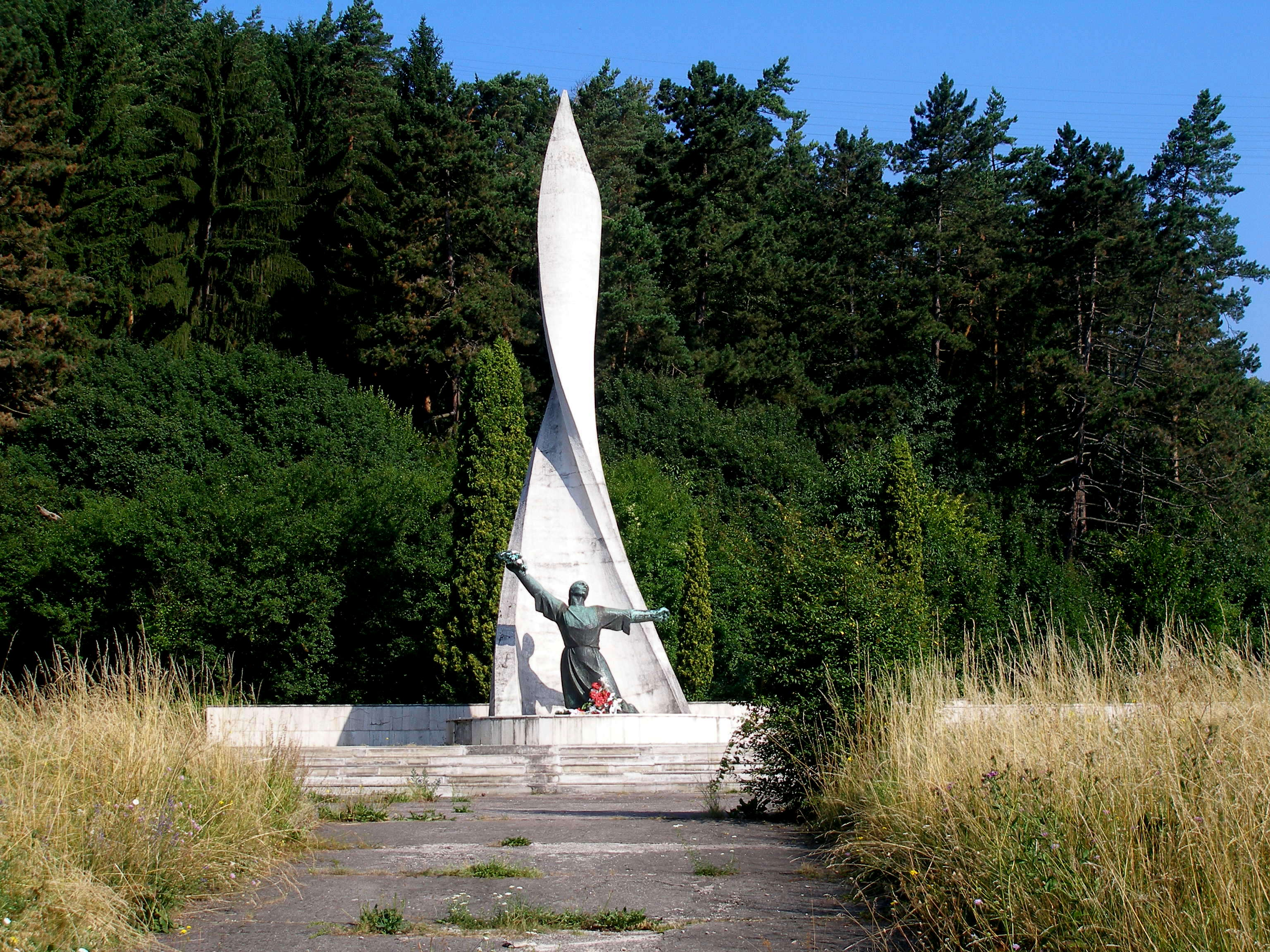

##### Kisgaram

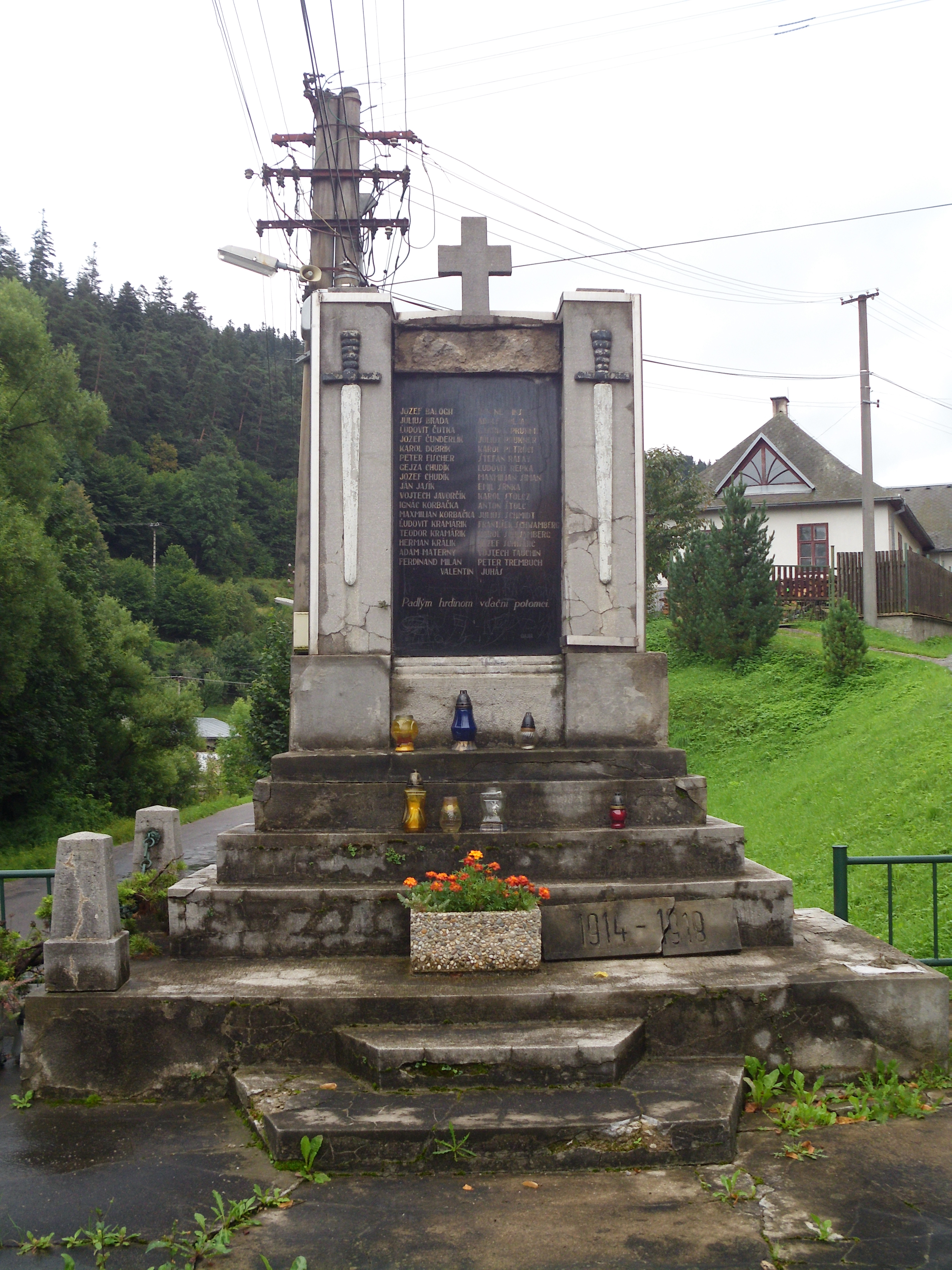

##### Rapp

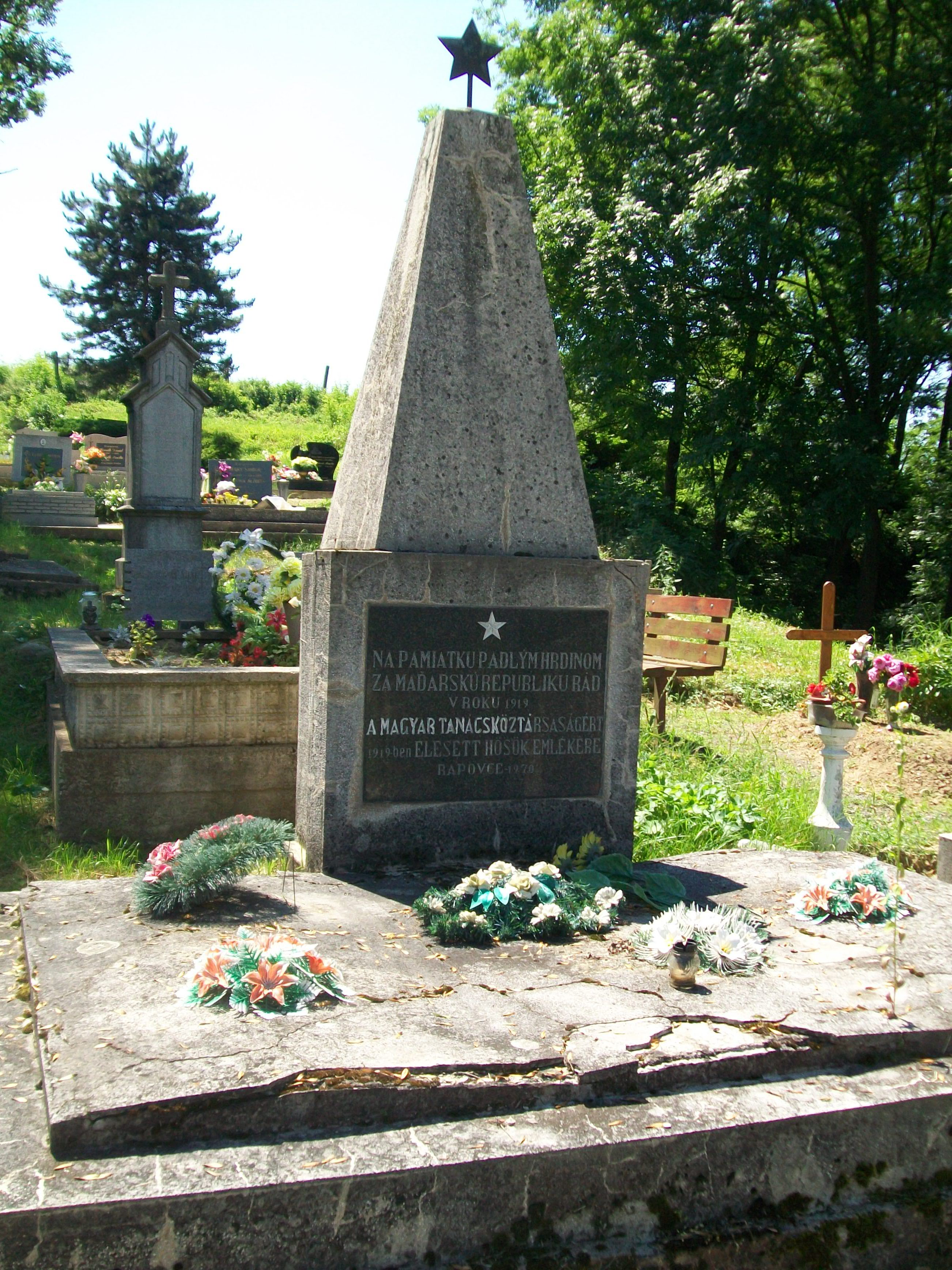
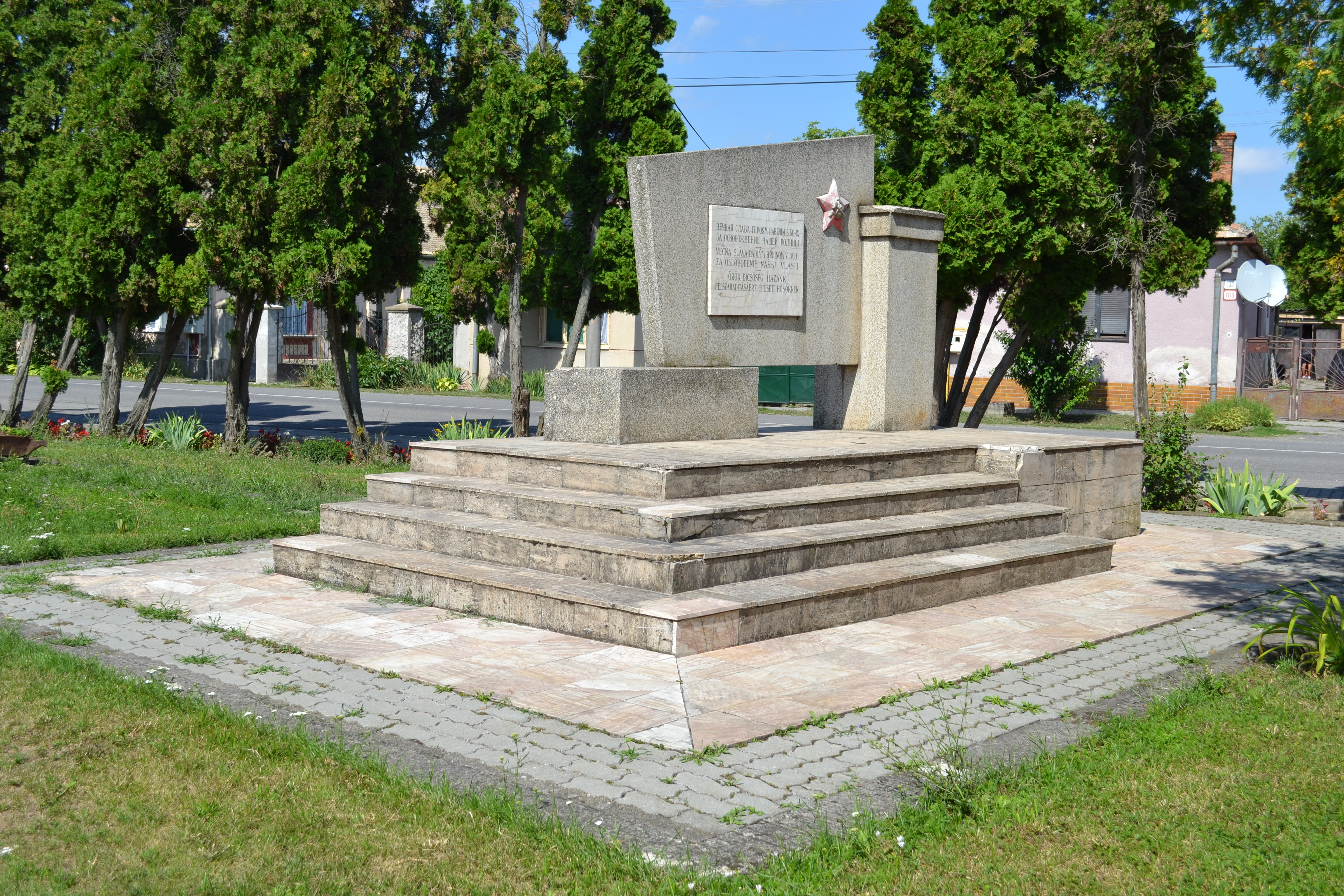

##### Vilke

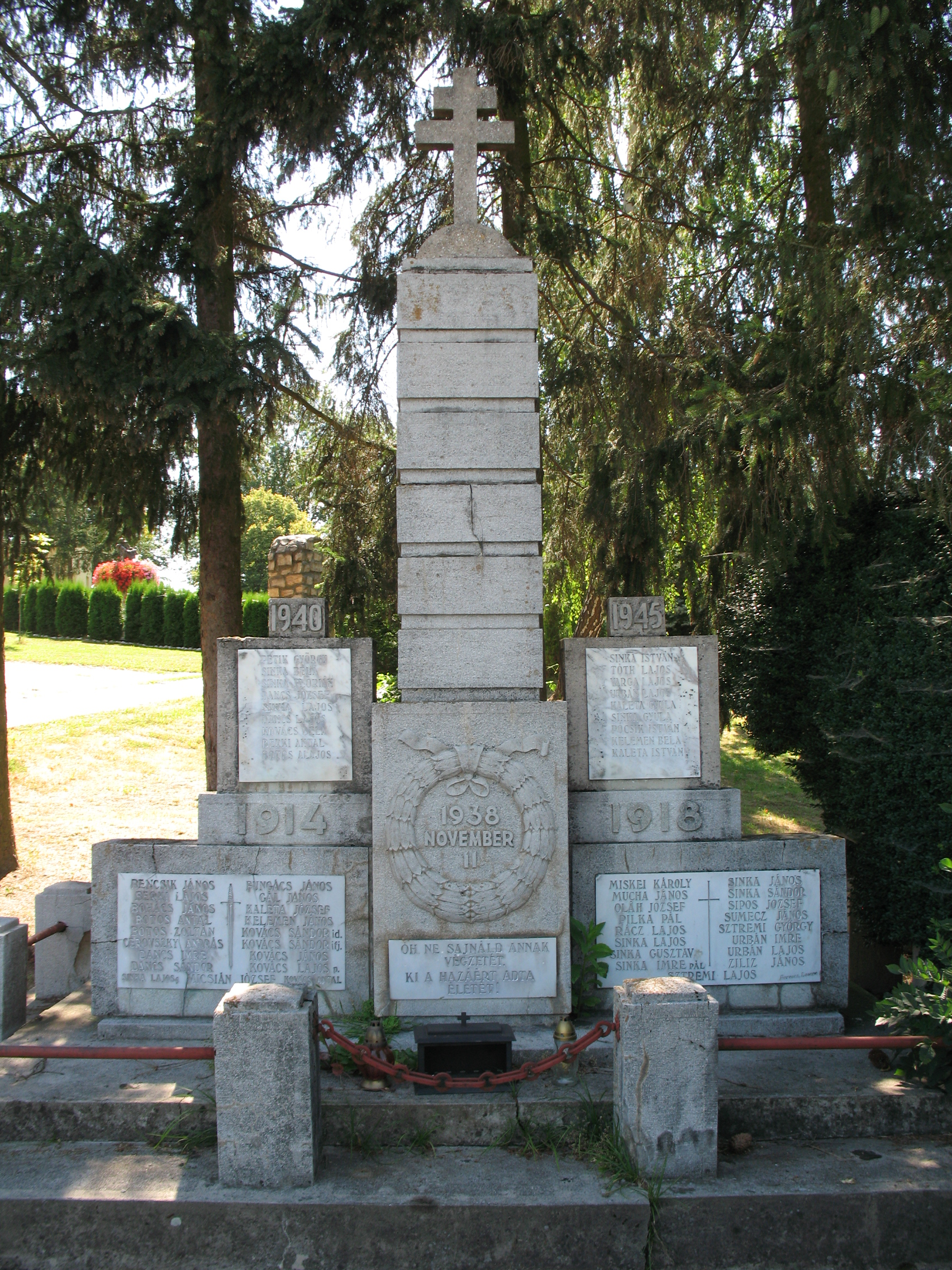

##### Alsózellő

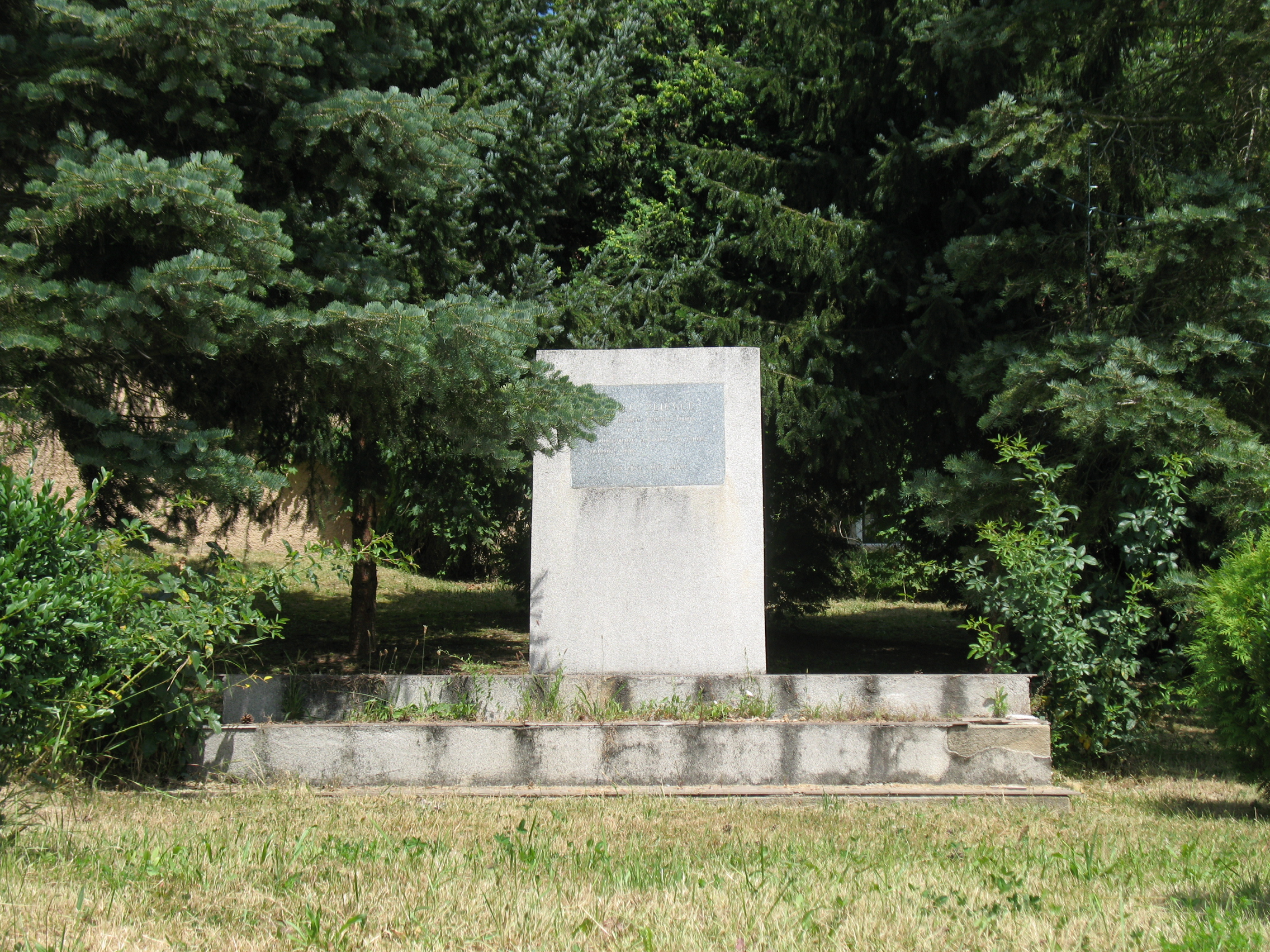

##### Csalár

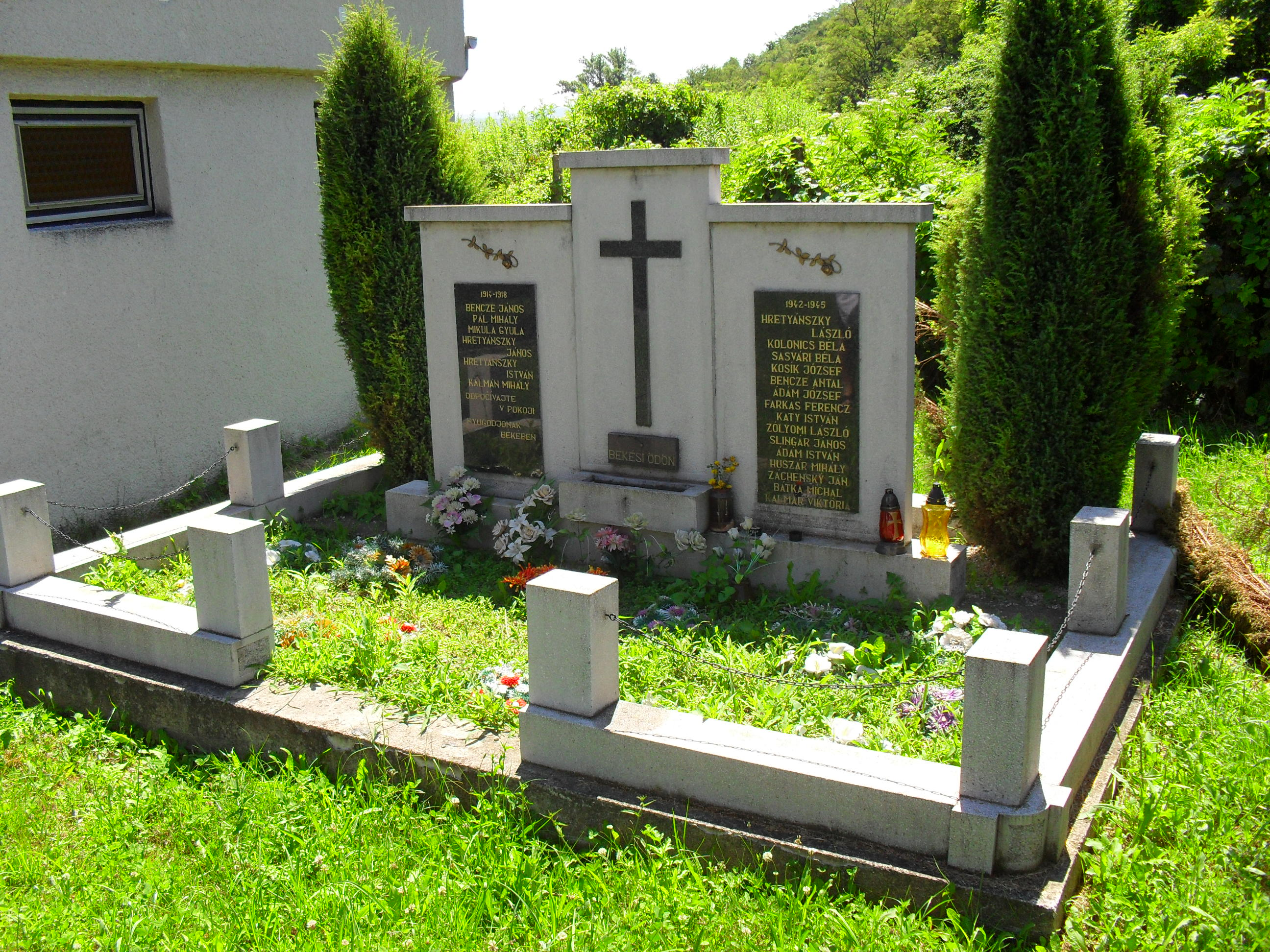

##### Ipolyhídvég

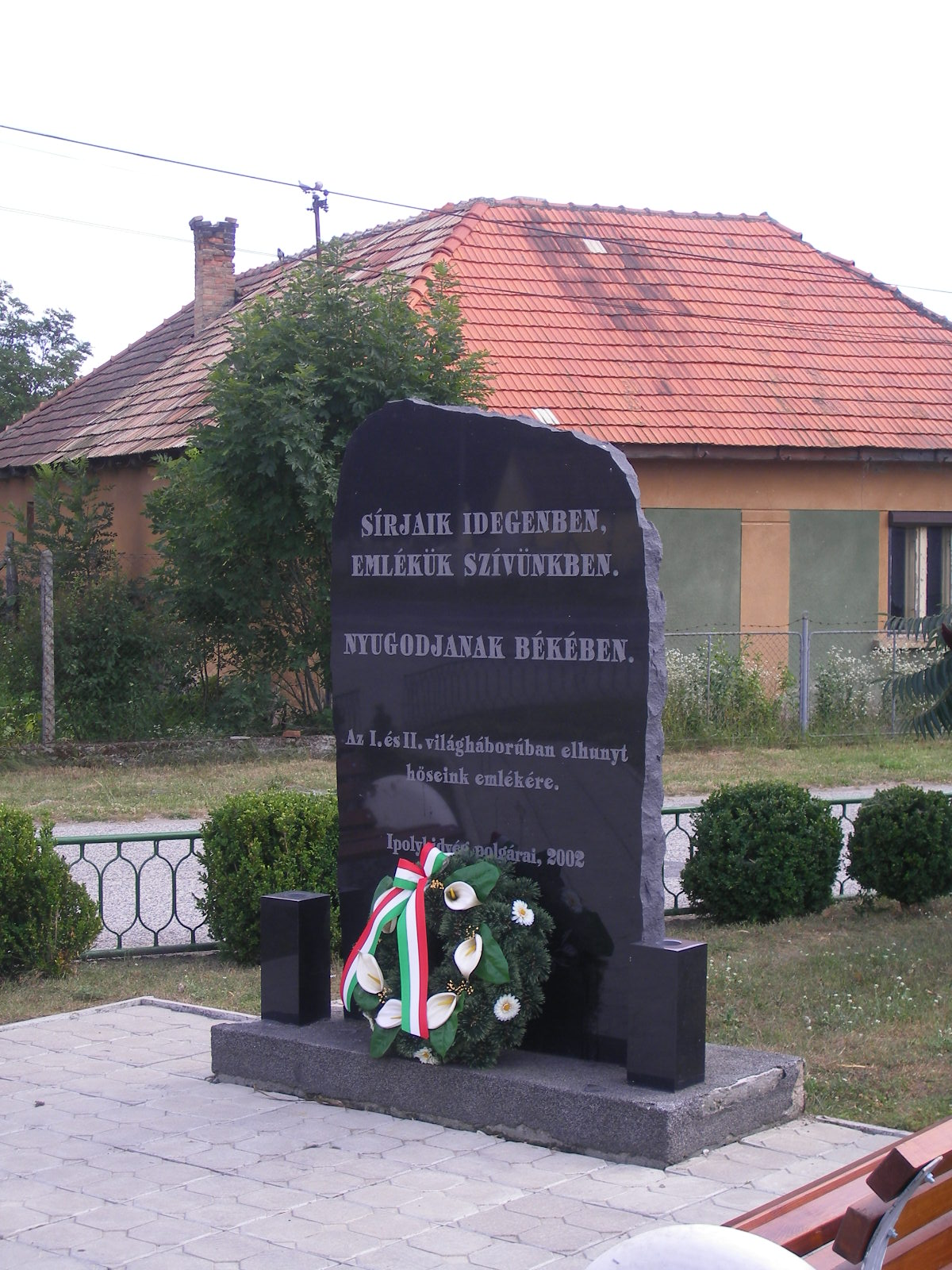

##### Ipolykeszi

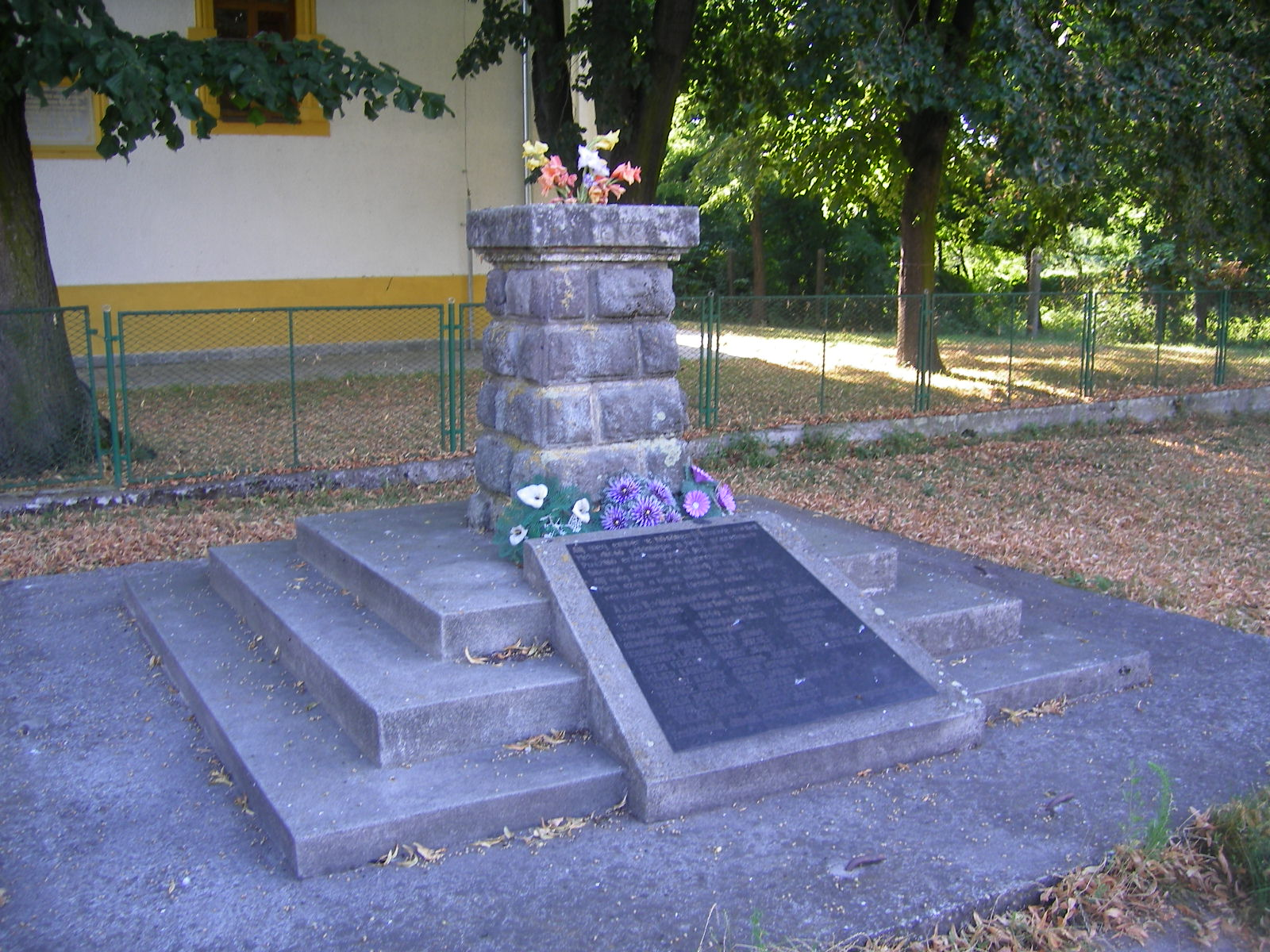

##### Kóvár

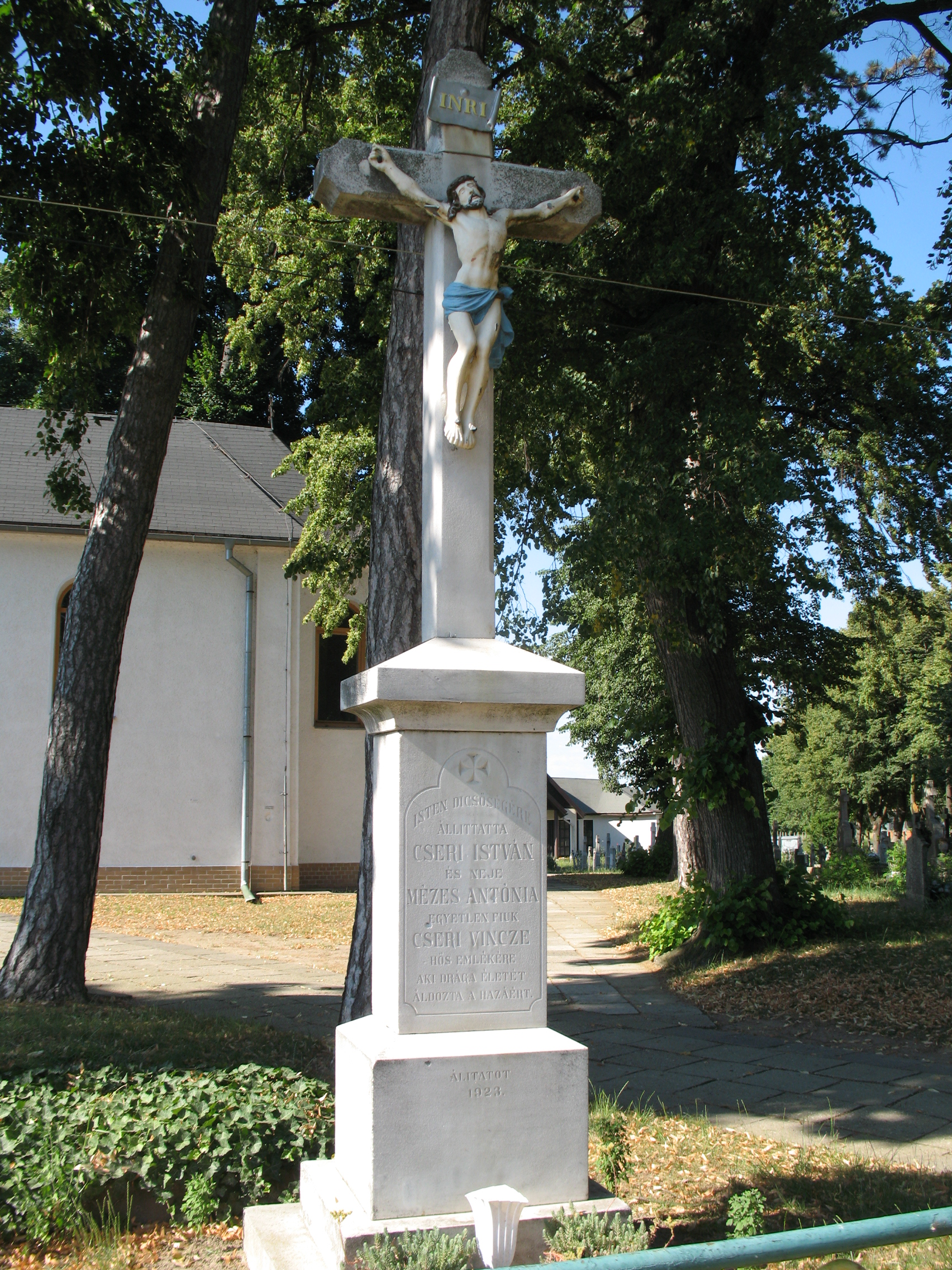

##### Nagycsalomja

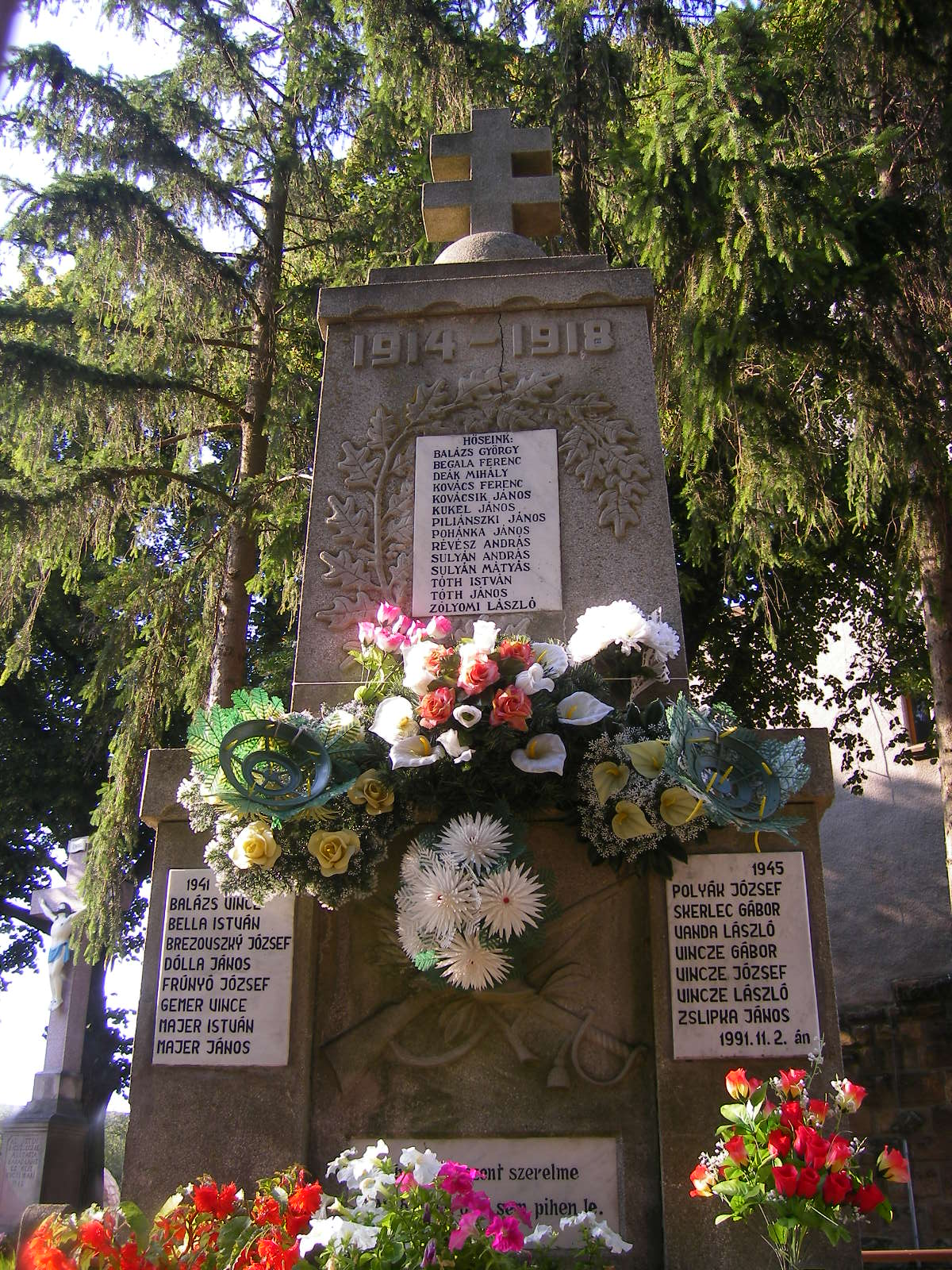
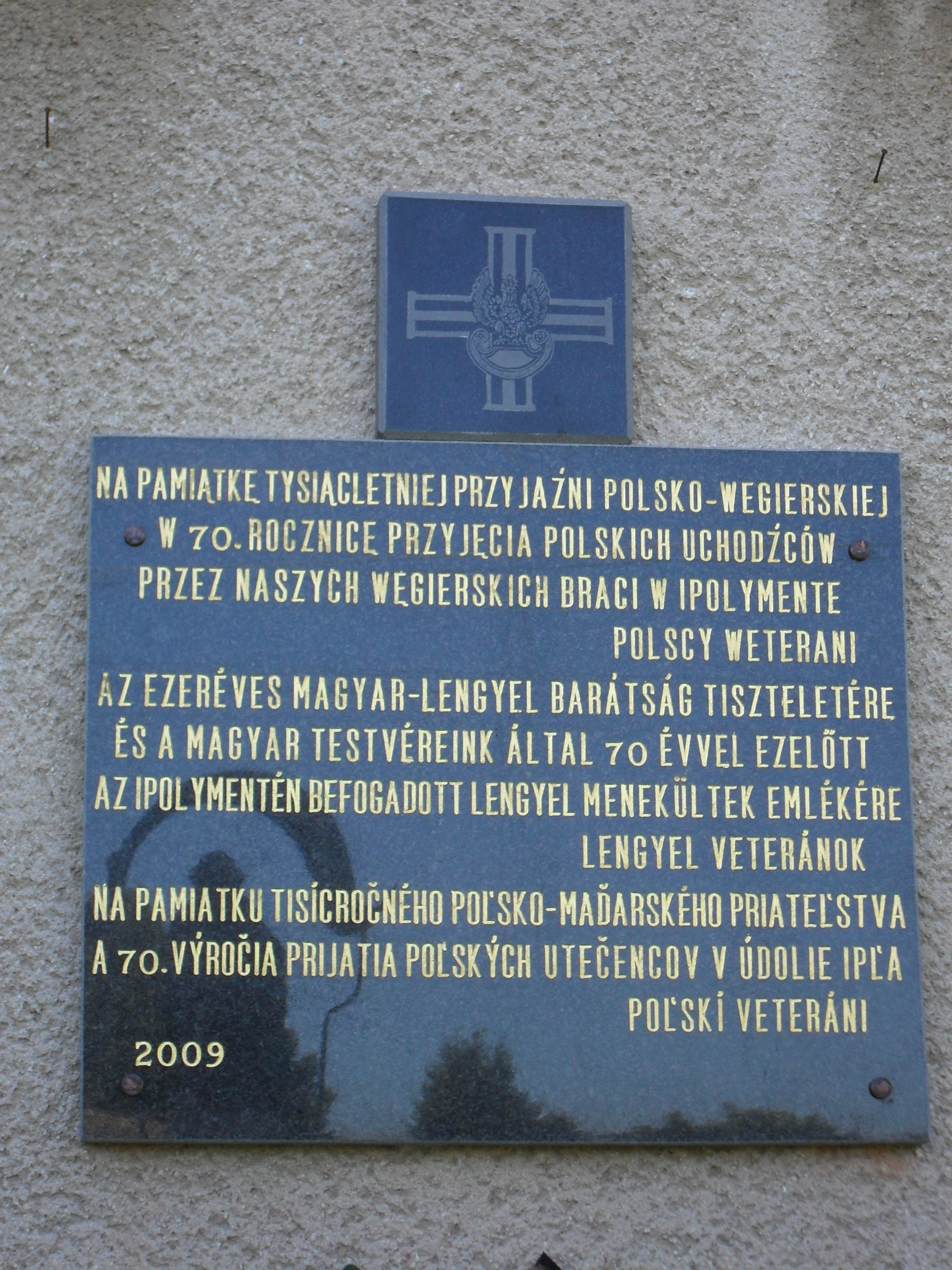

##### Szinóbánya

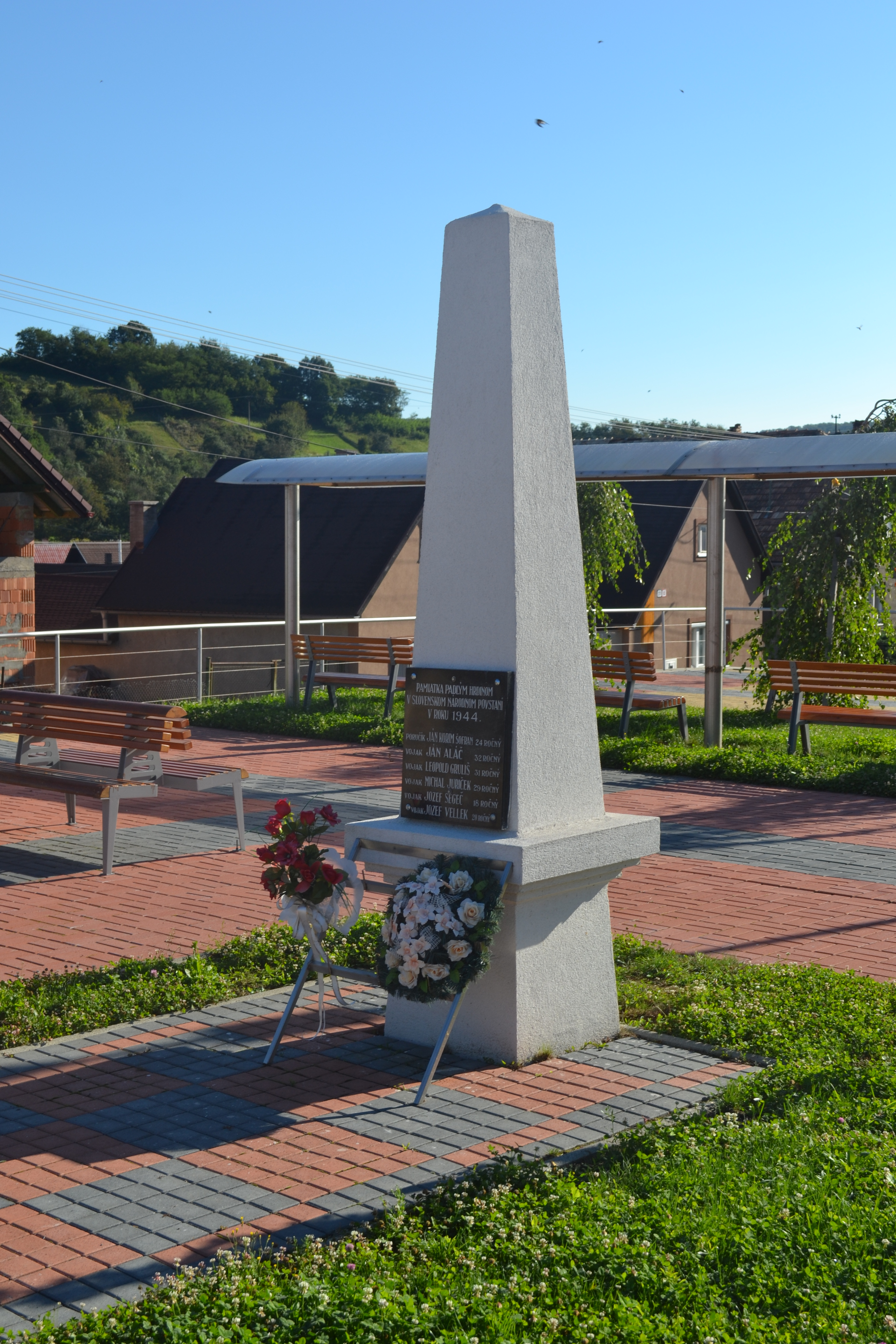

##### Balogpádár

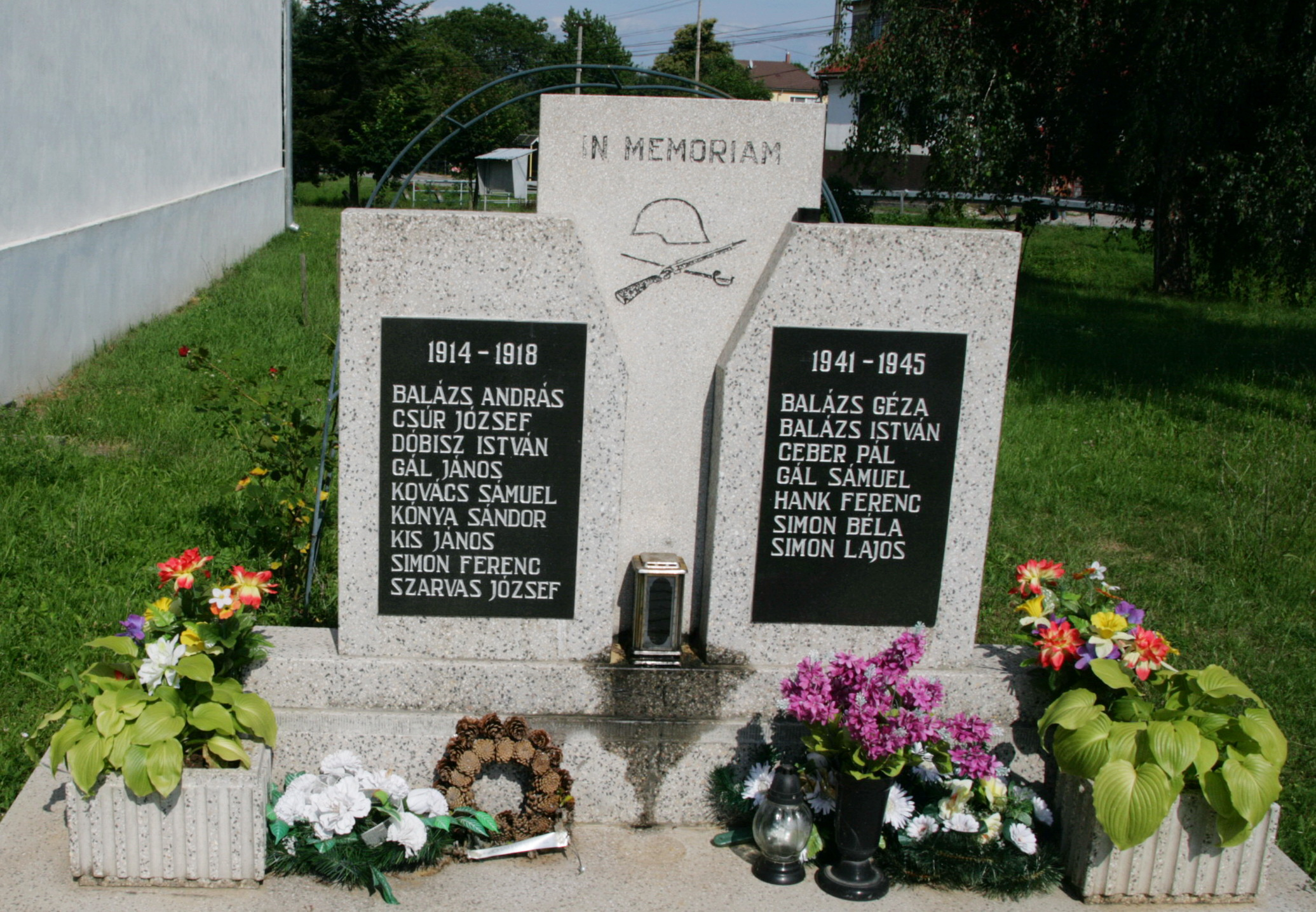
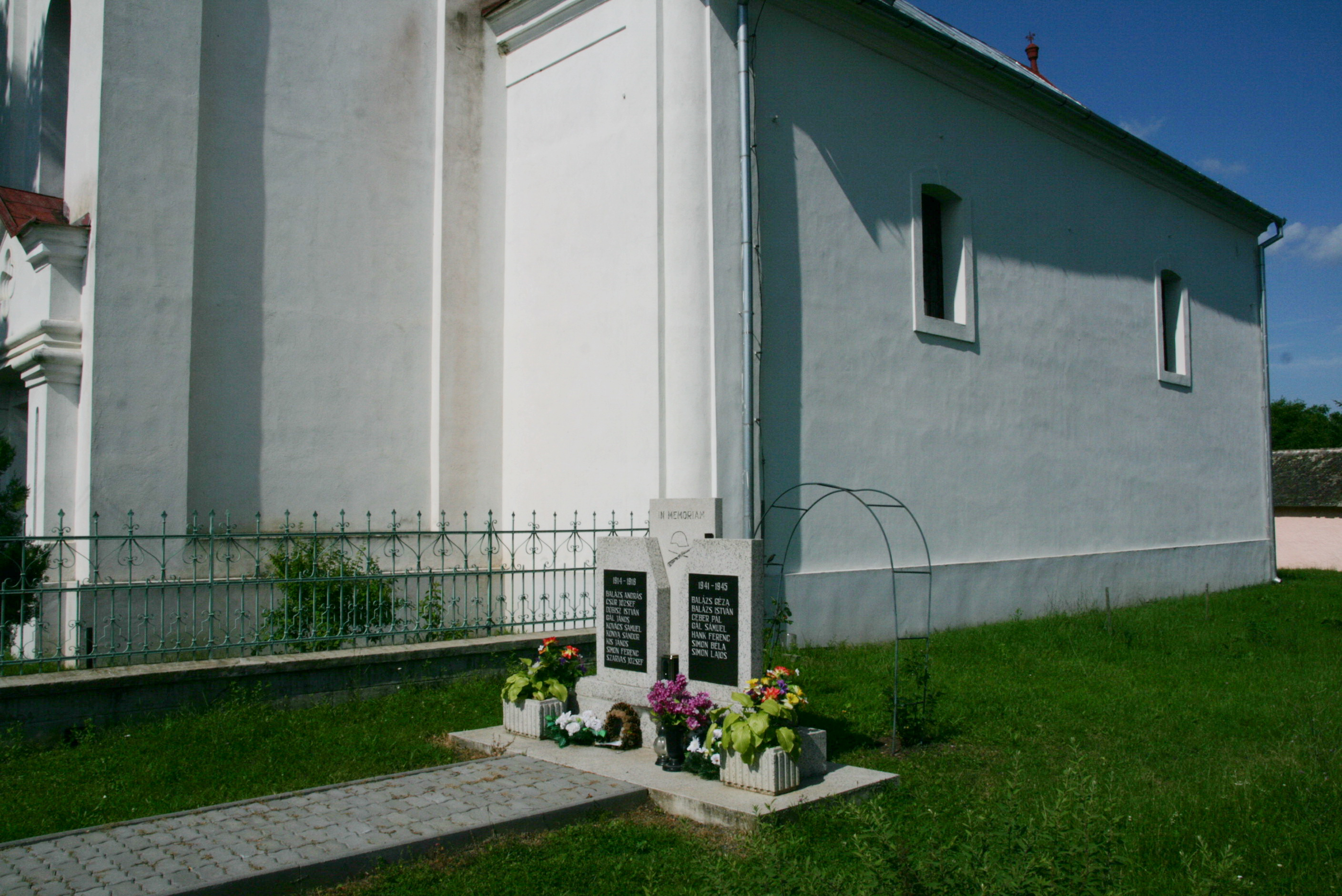

##### Balogtamási

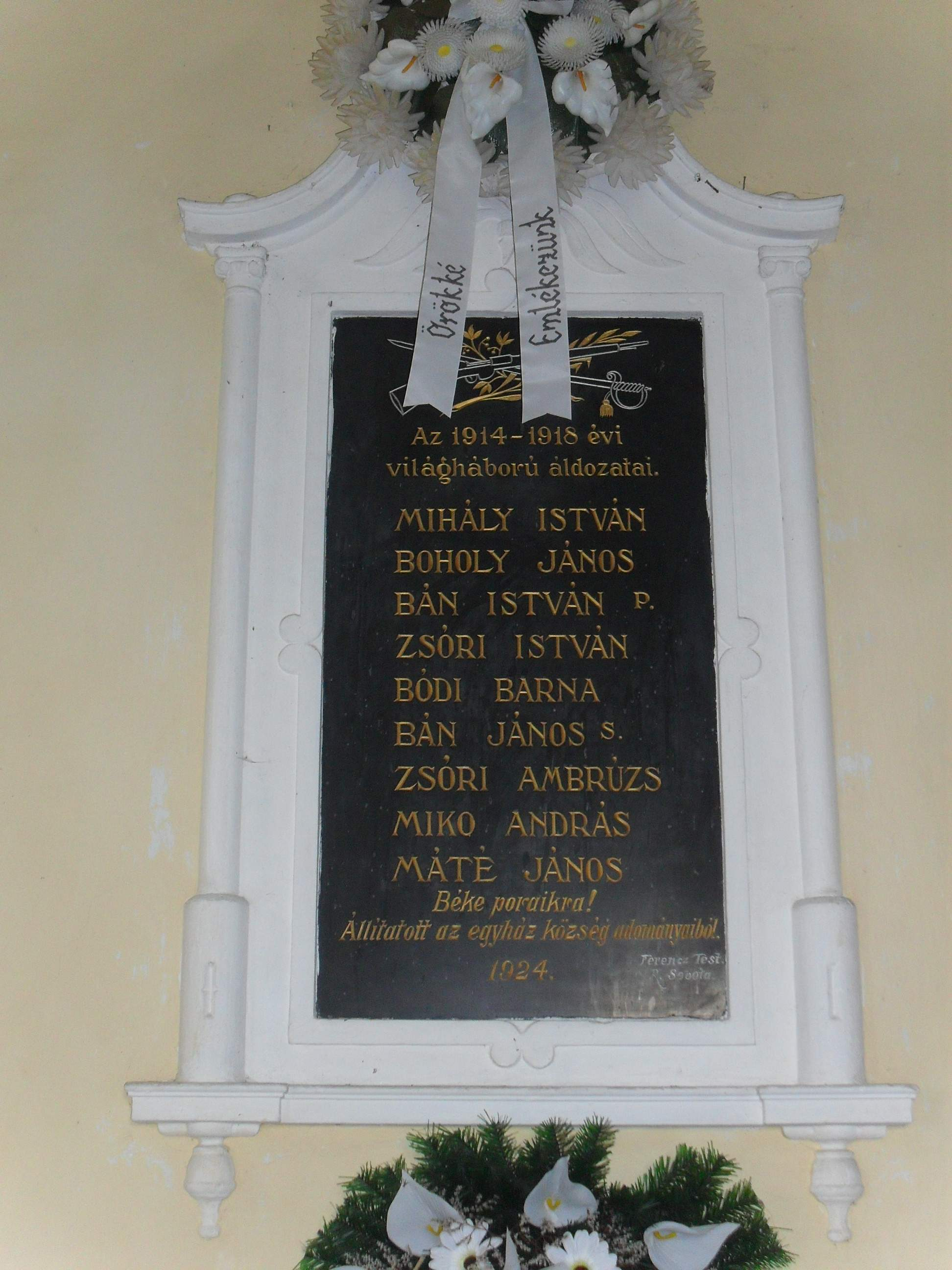
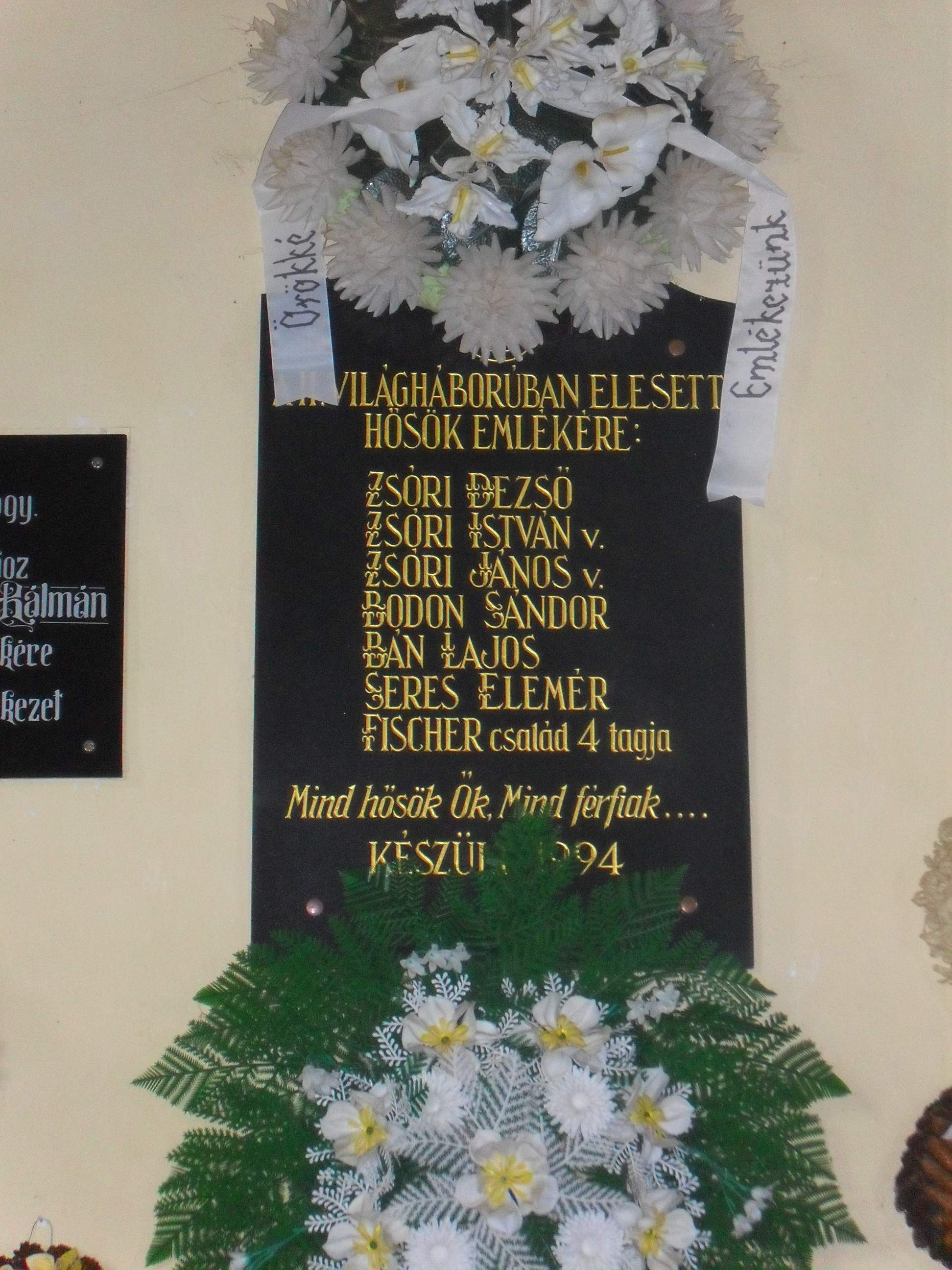

##### Csíz

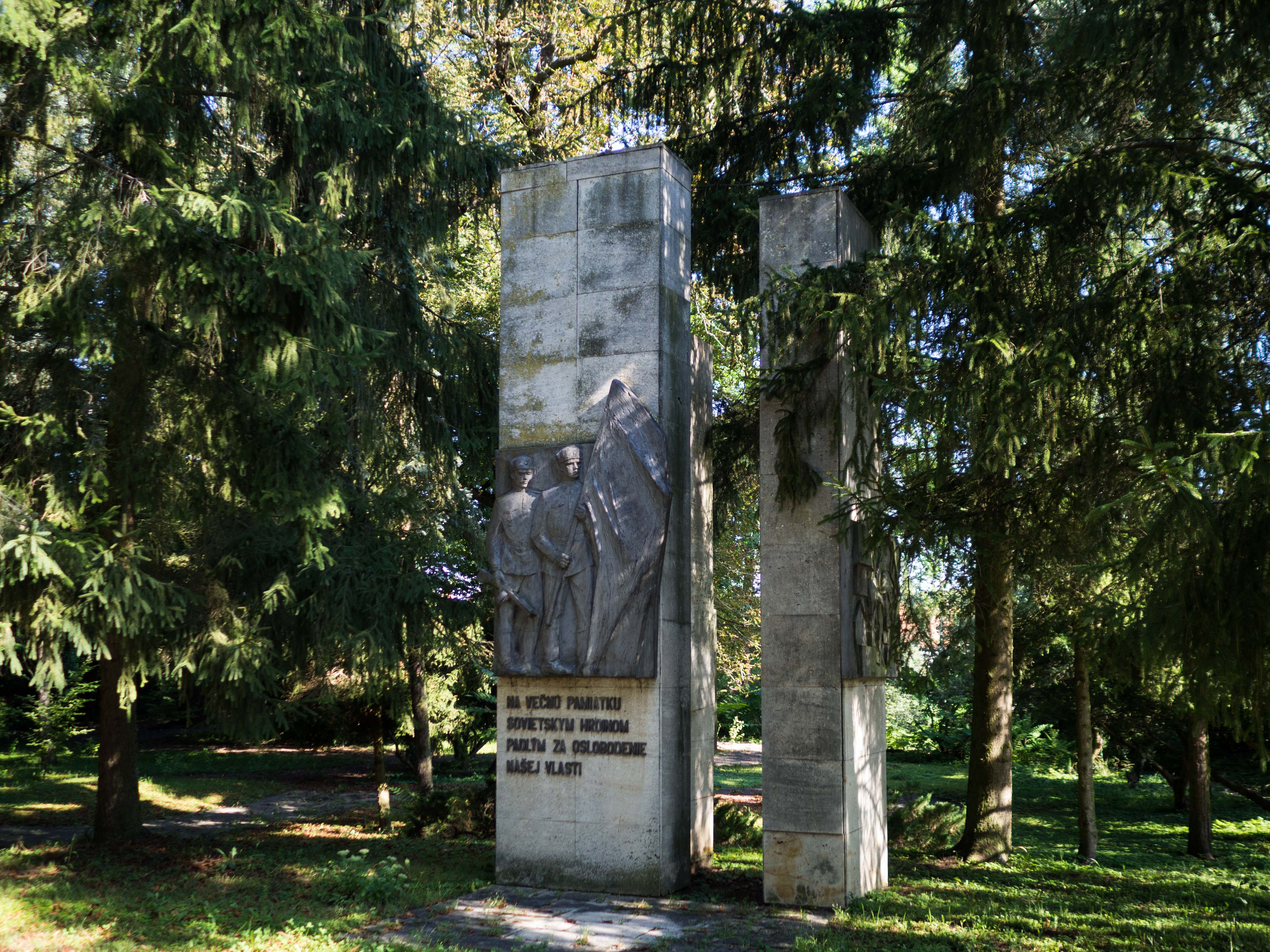

##### Felsővály

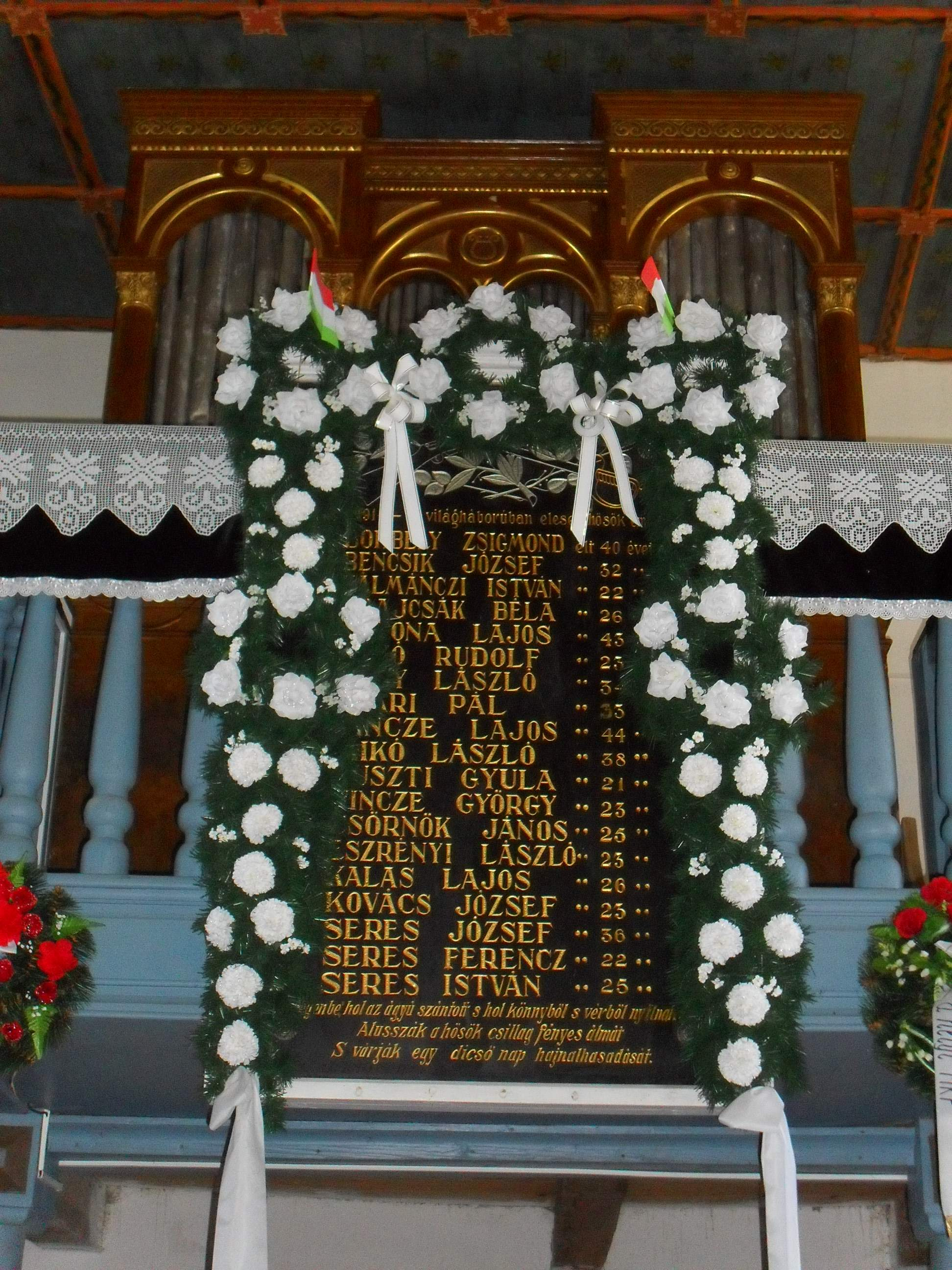

## I. és II. világháború

### Besztercebányai kerület

#### Besztercebányai járás

##### Besztercebánya

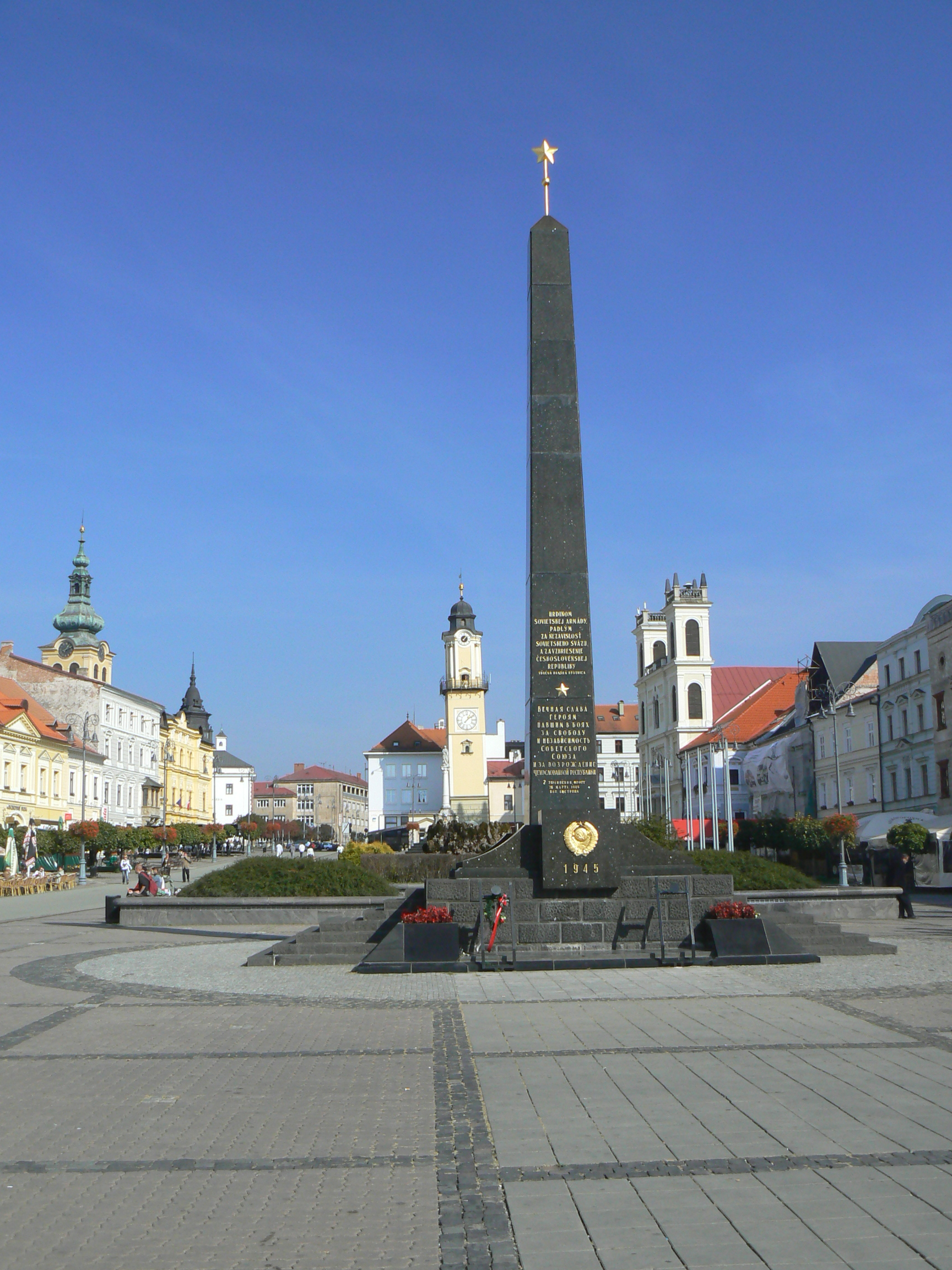
szovjet emlékmű

#### Nagykürtösi járás

##### Ipolybalog

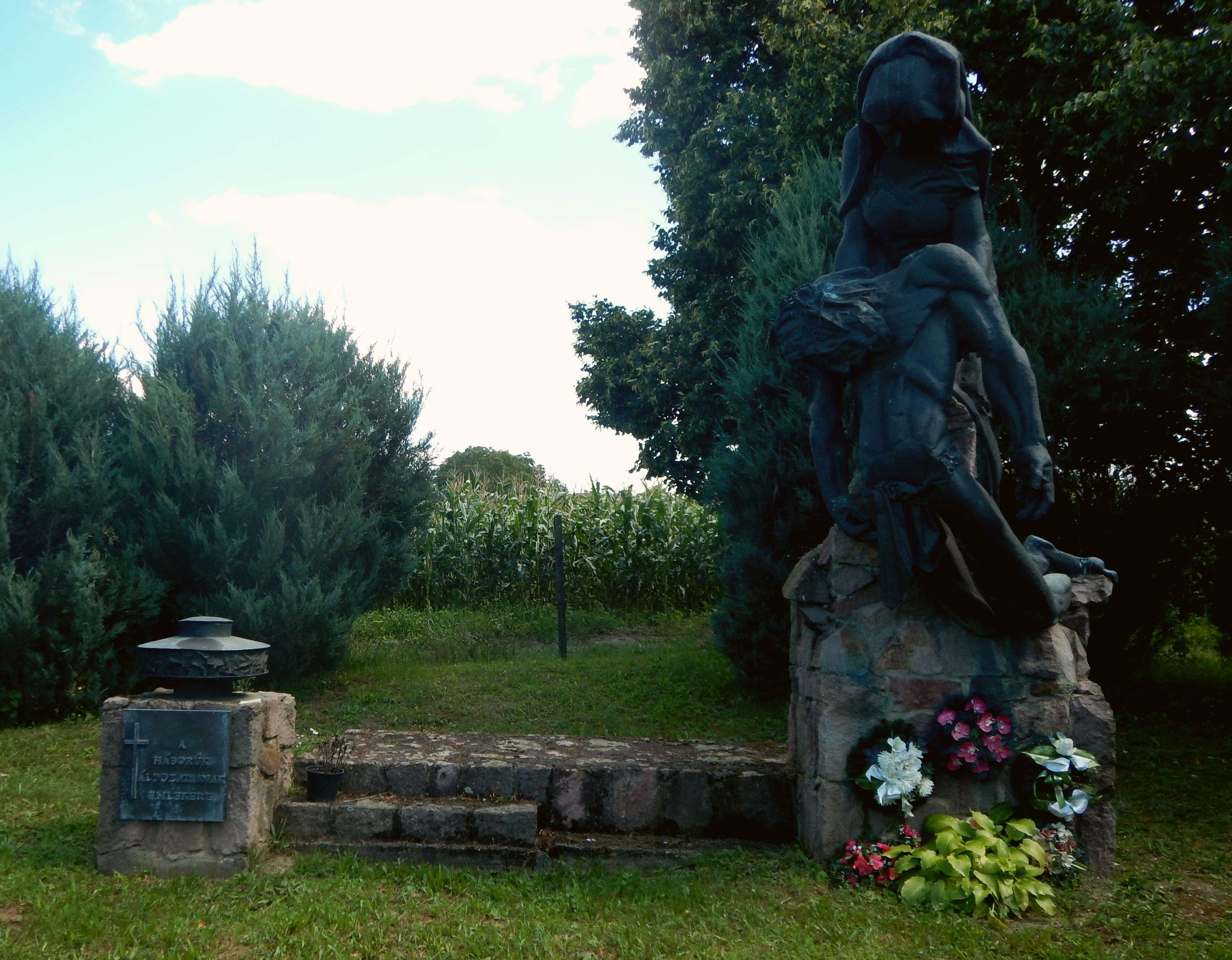

Nagy János alkotása (1992)

#### Rimaszombati járás

##### Guszona

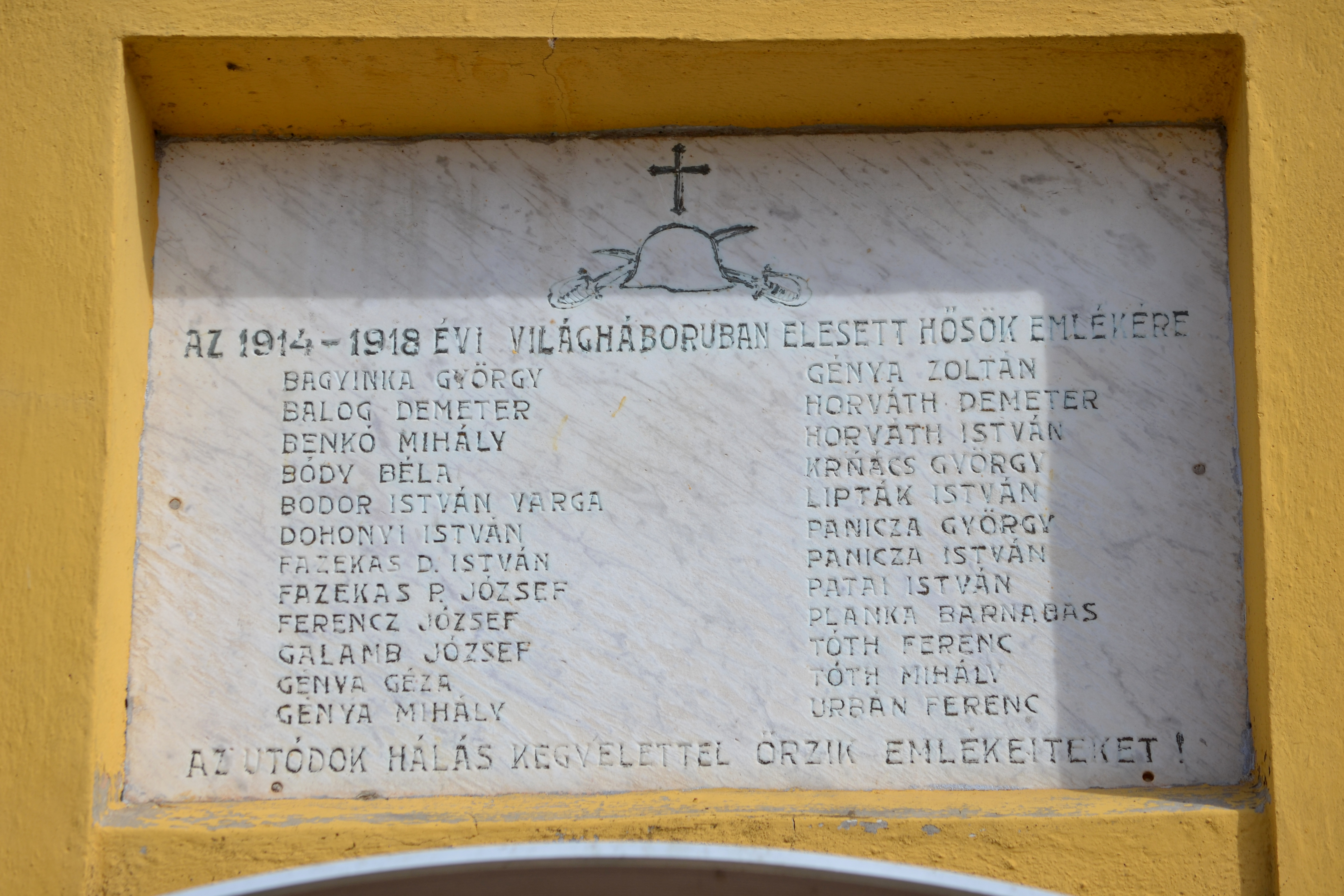
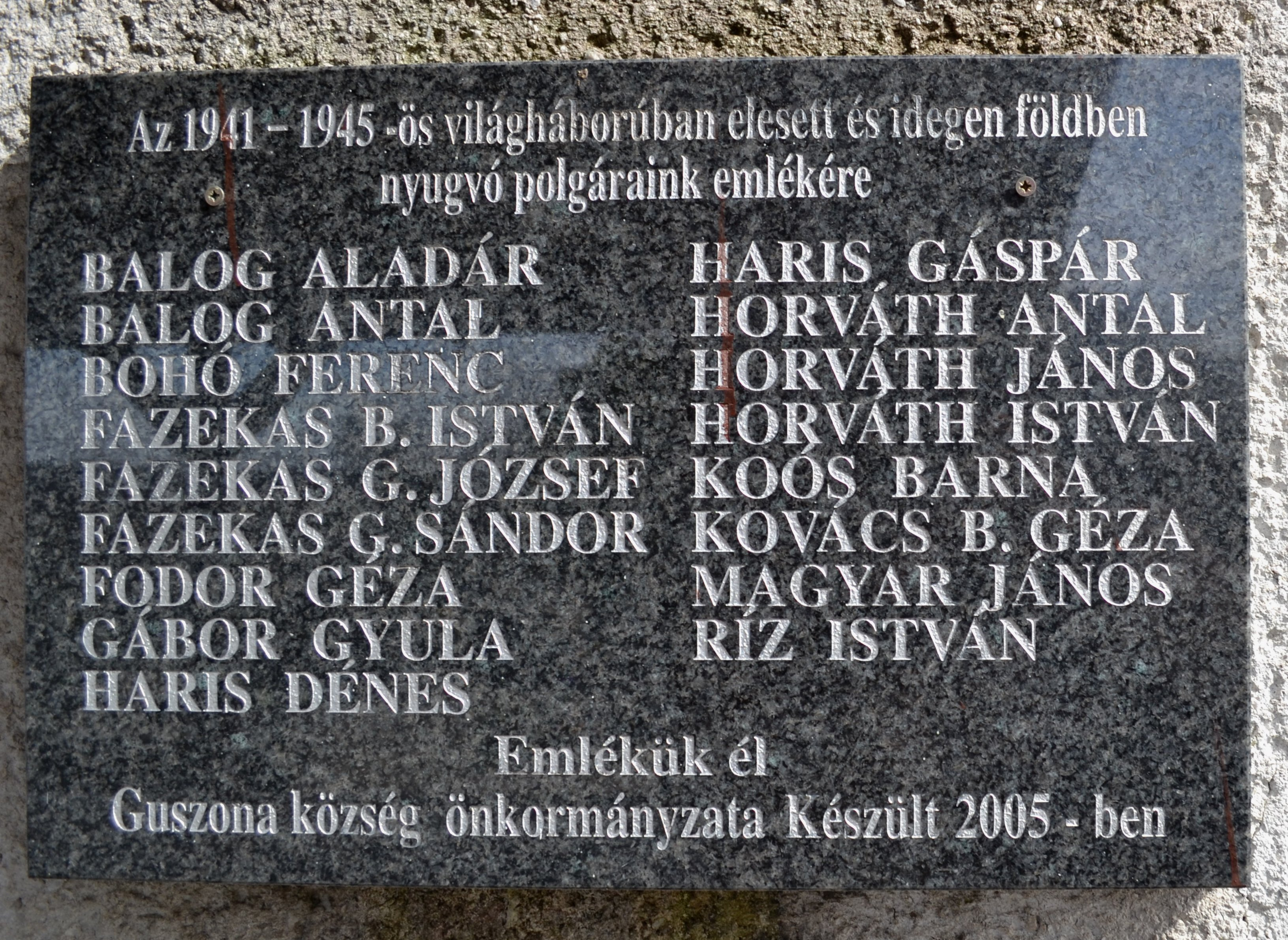
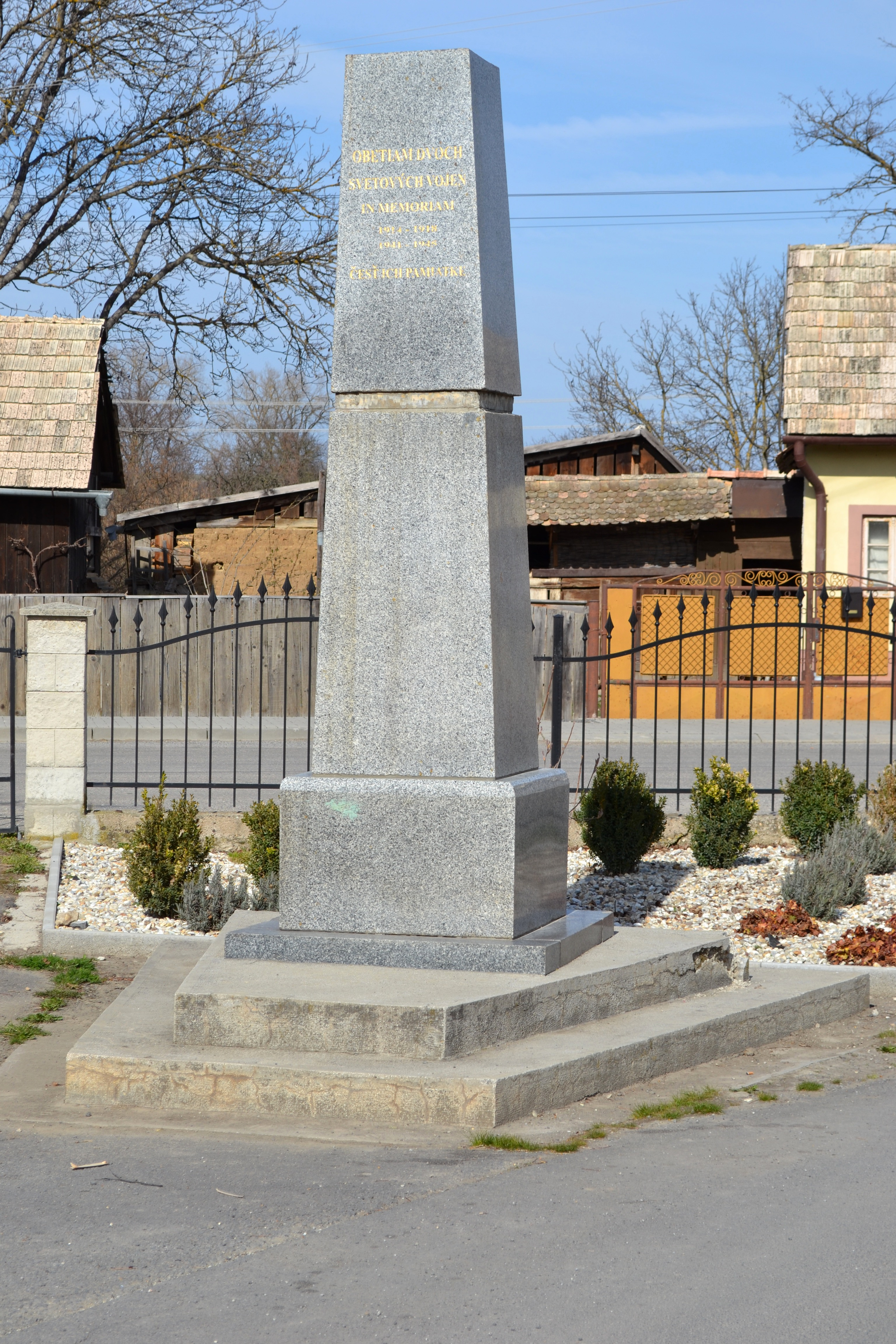

A falu első hősi emlékművét 1941-ben avatták fel.

##### Kálosa

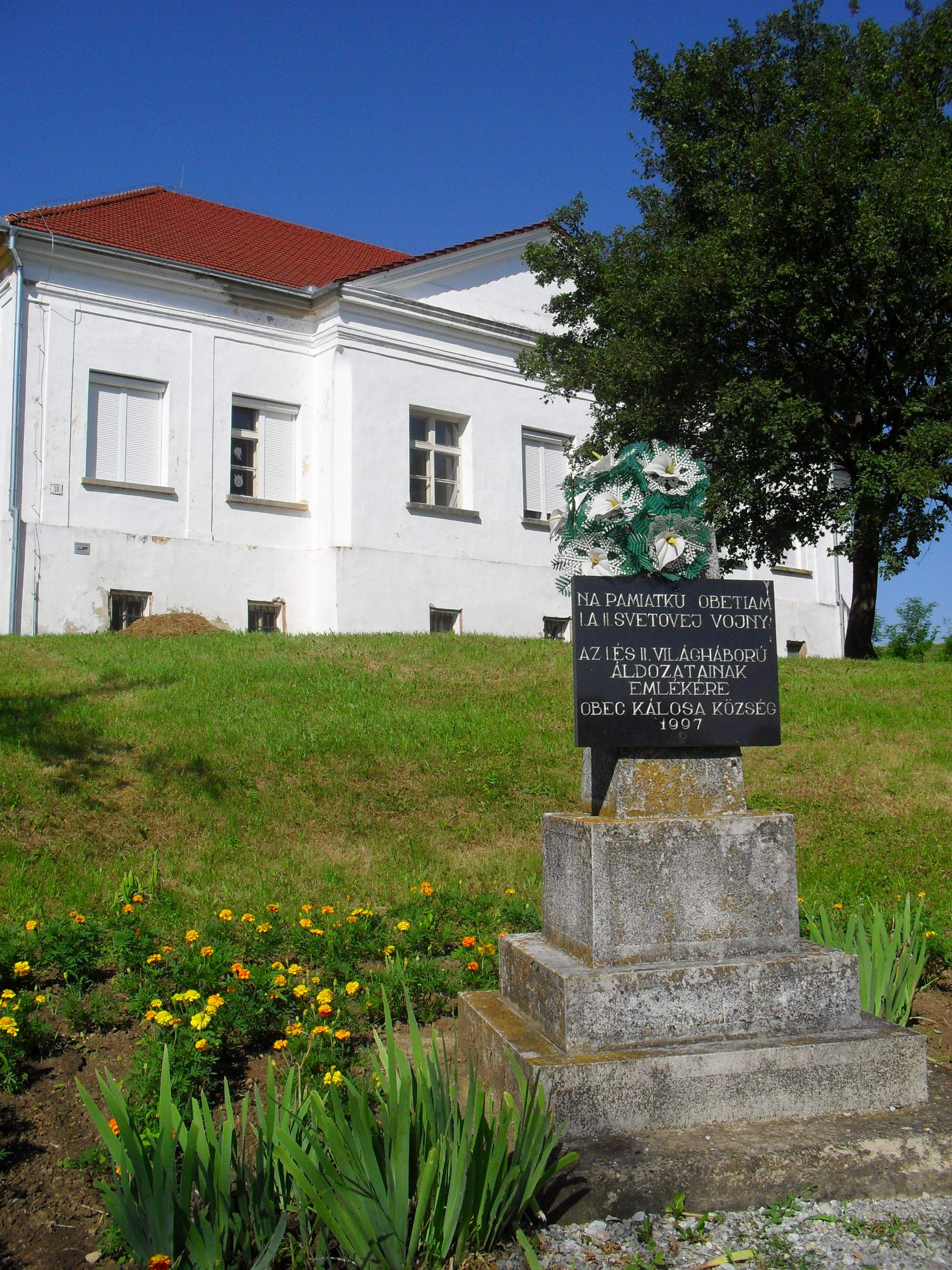
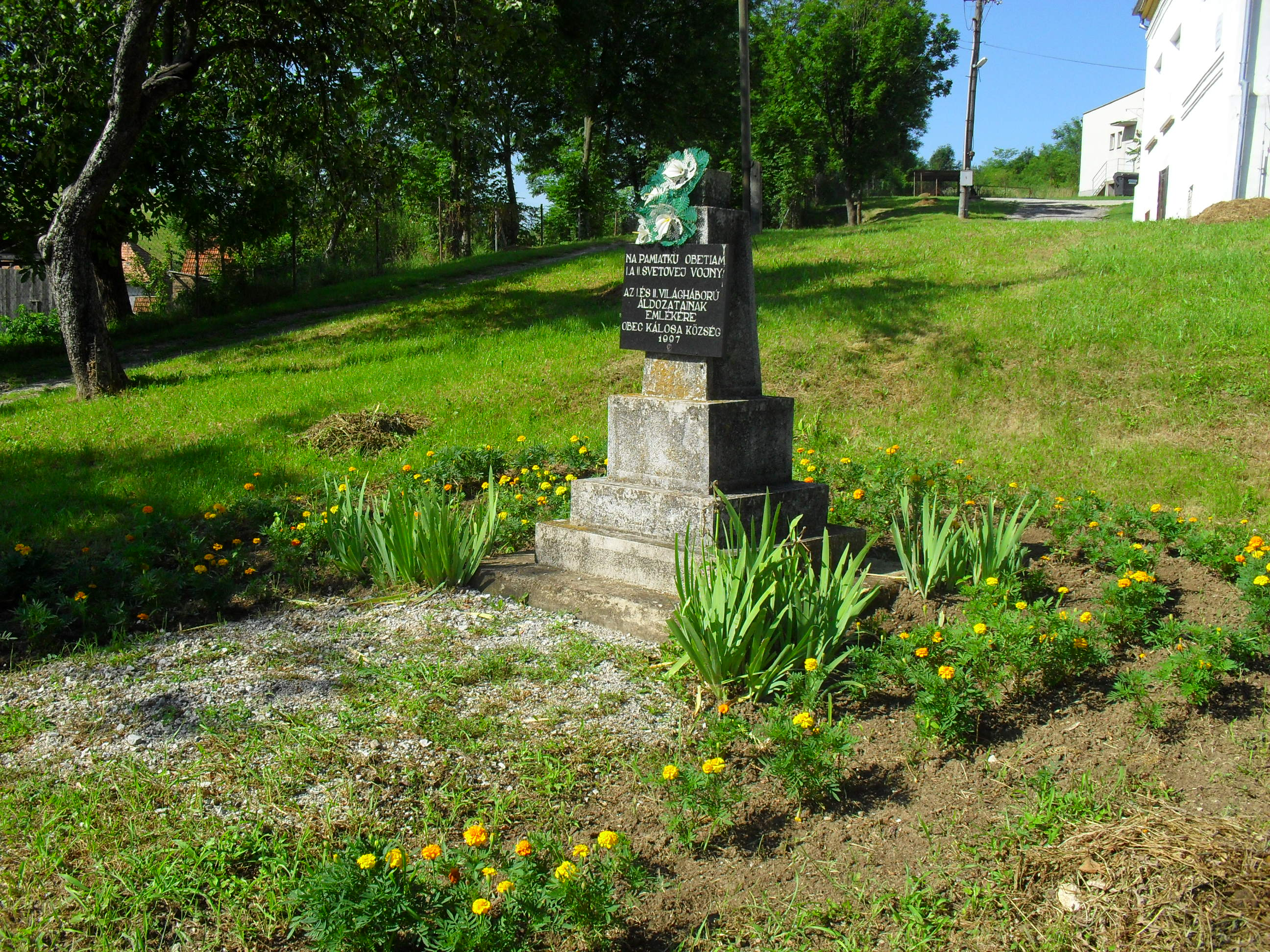

##### Nagybalog

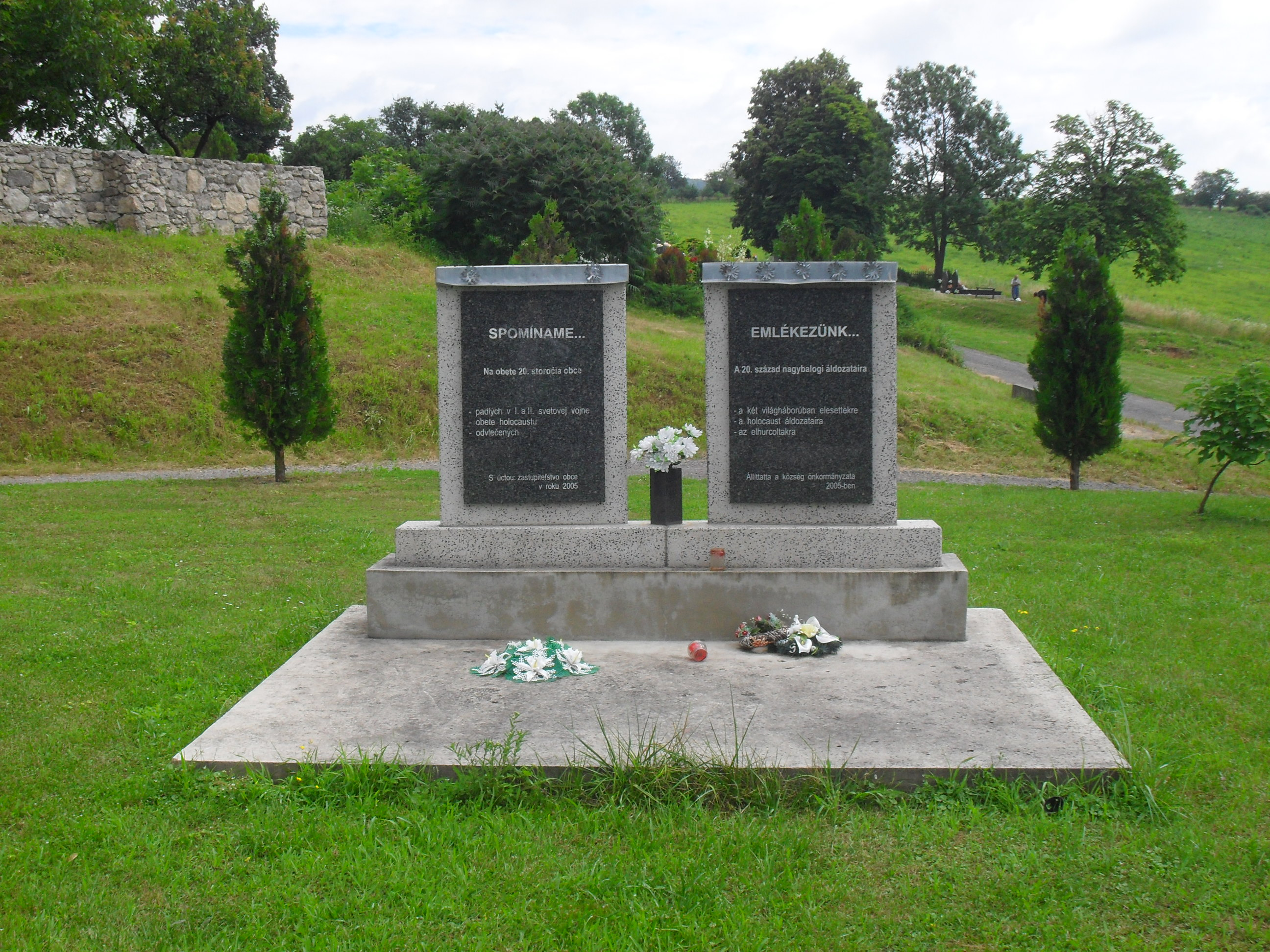
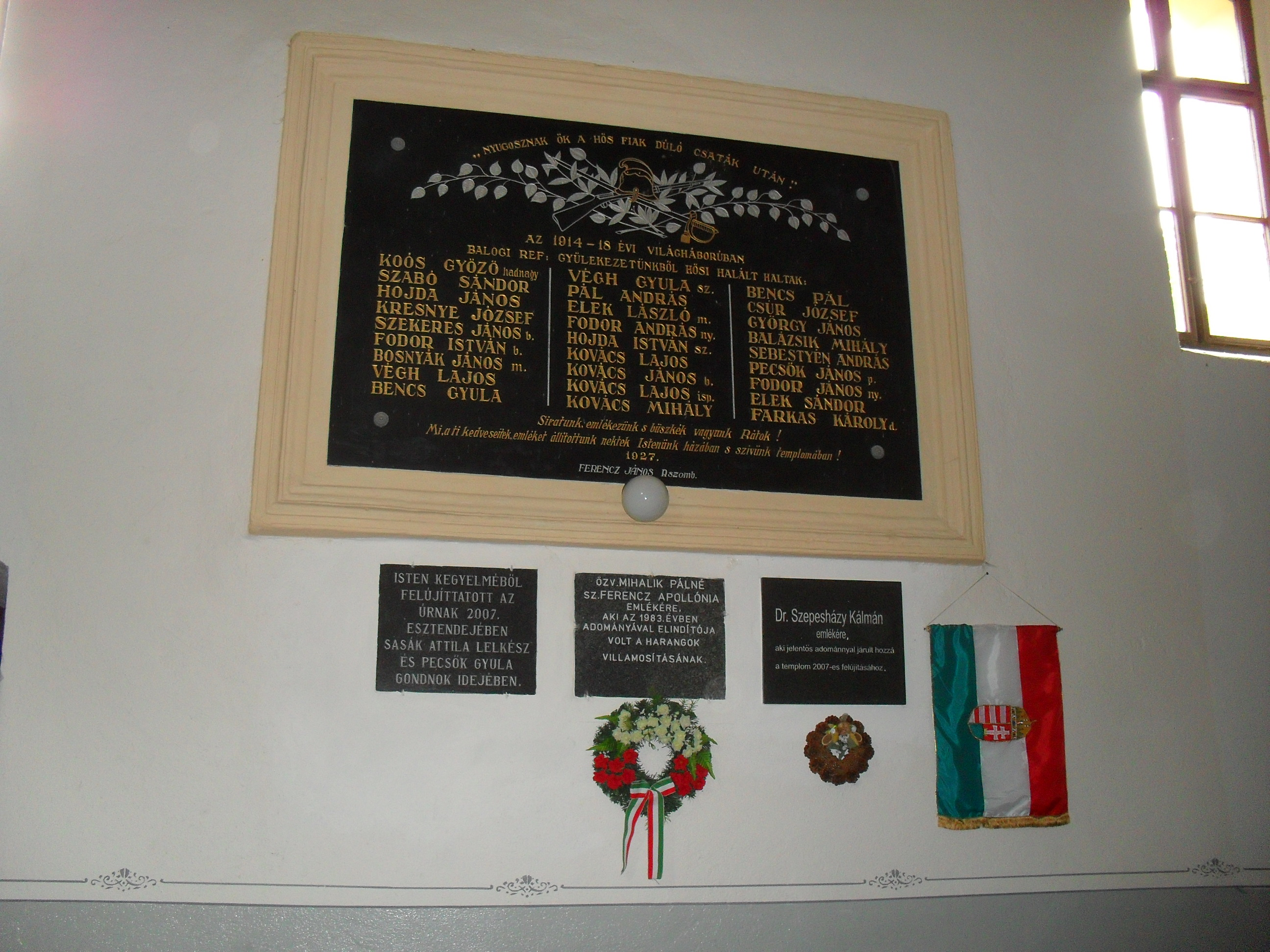

##### Oldalfala

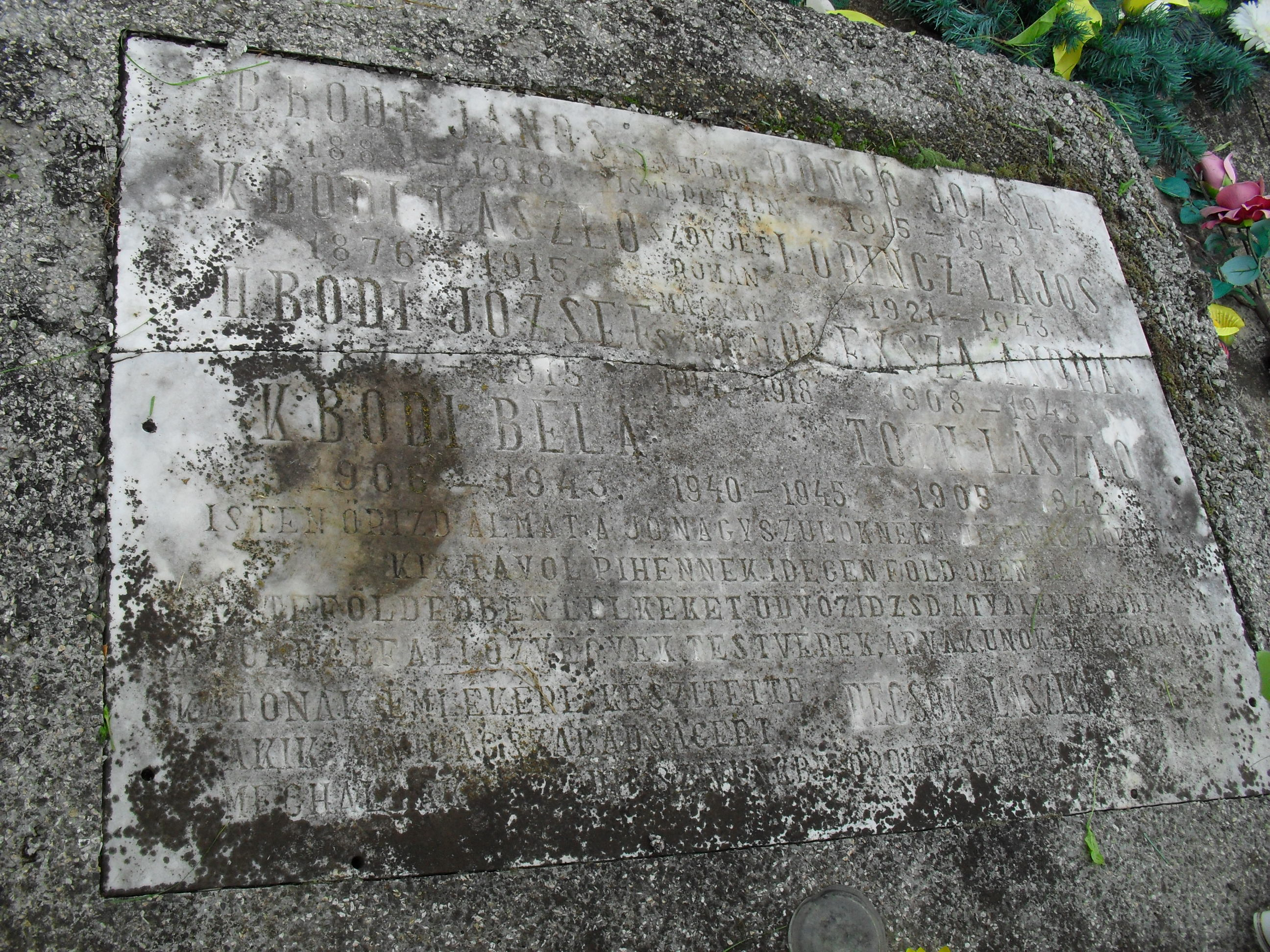
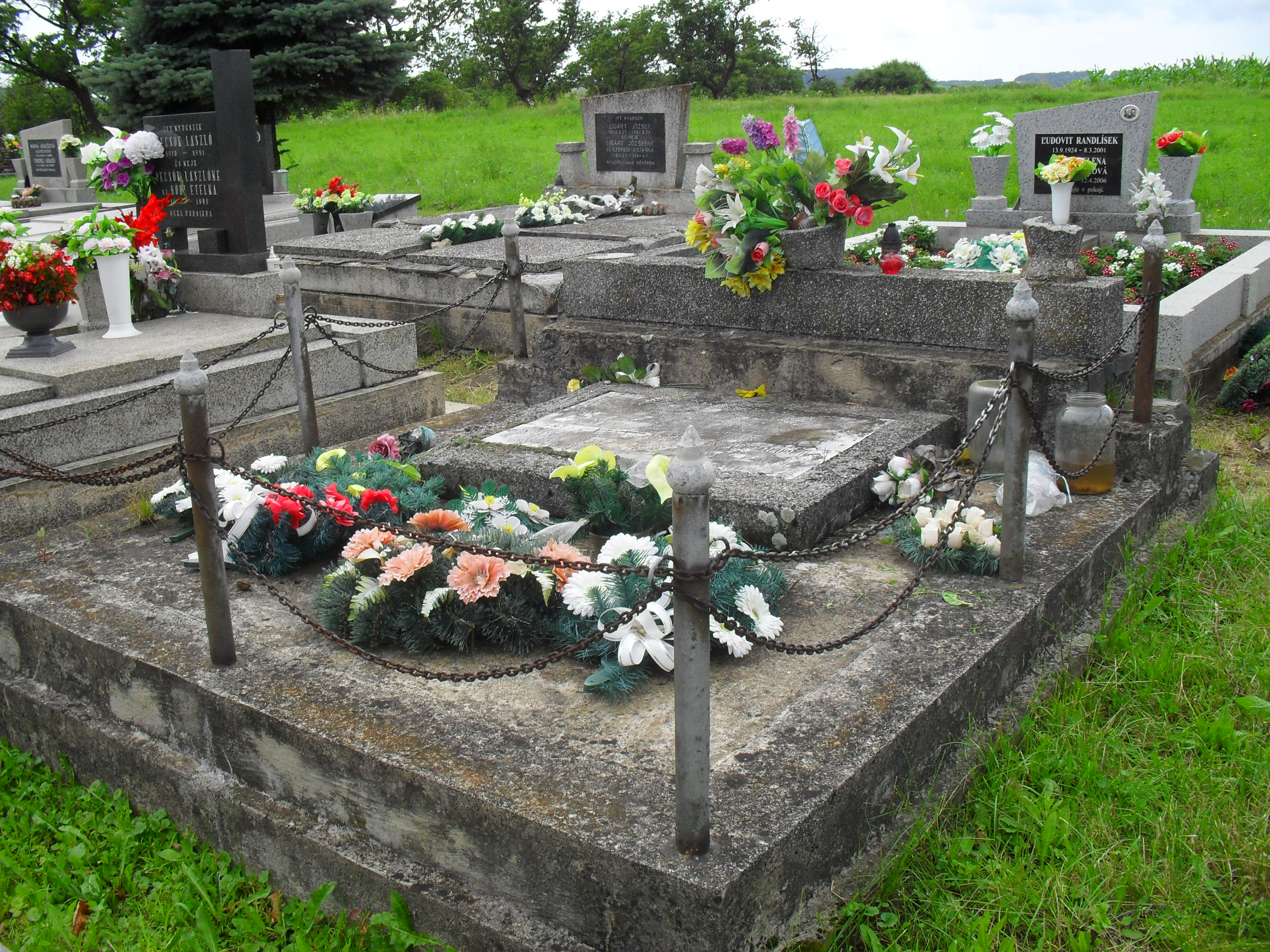

##### Osgyán

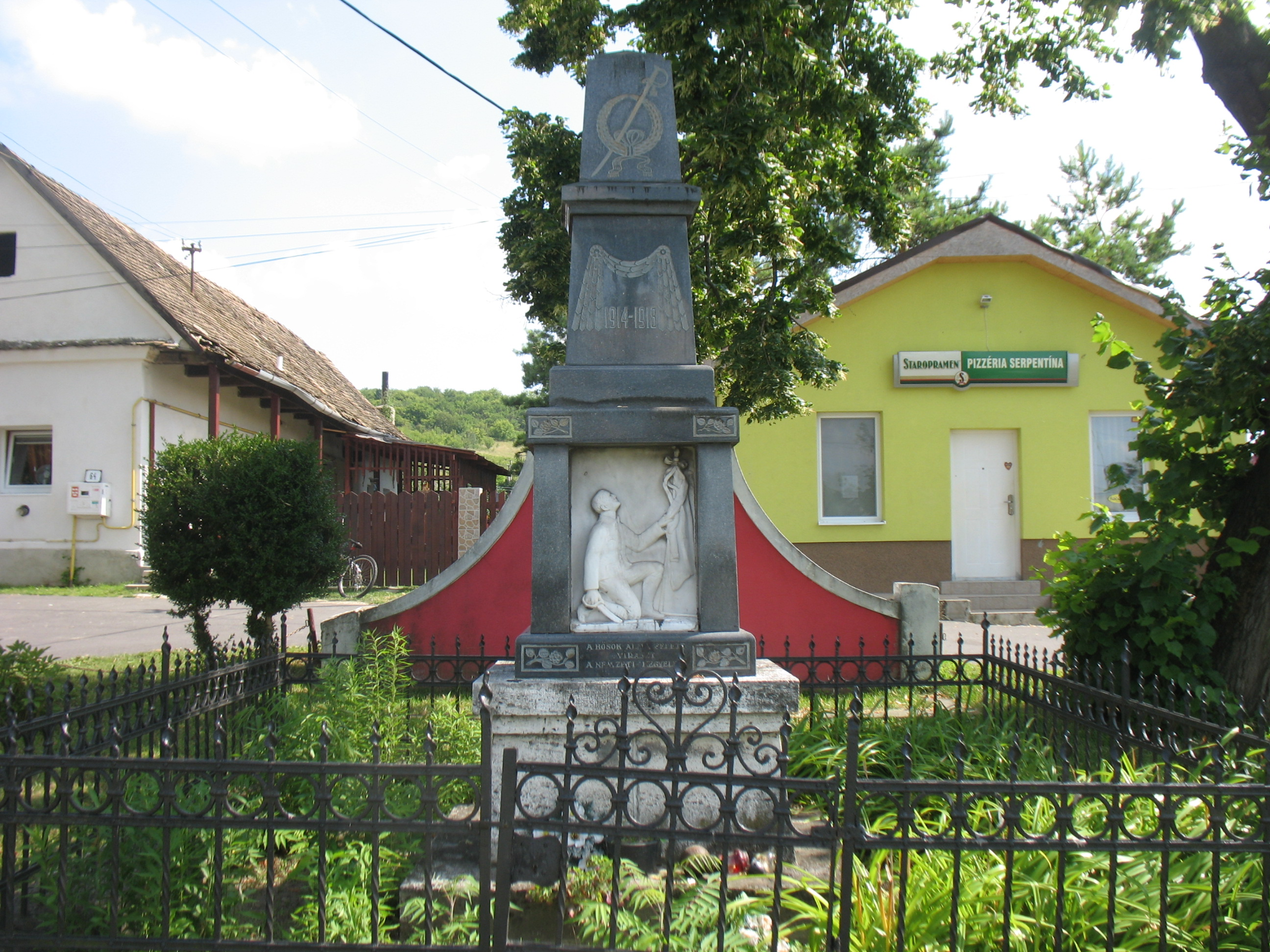

##### Uzapanyit

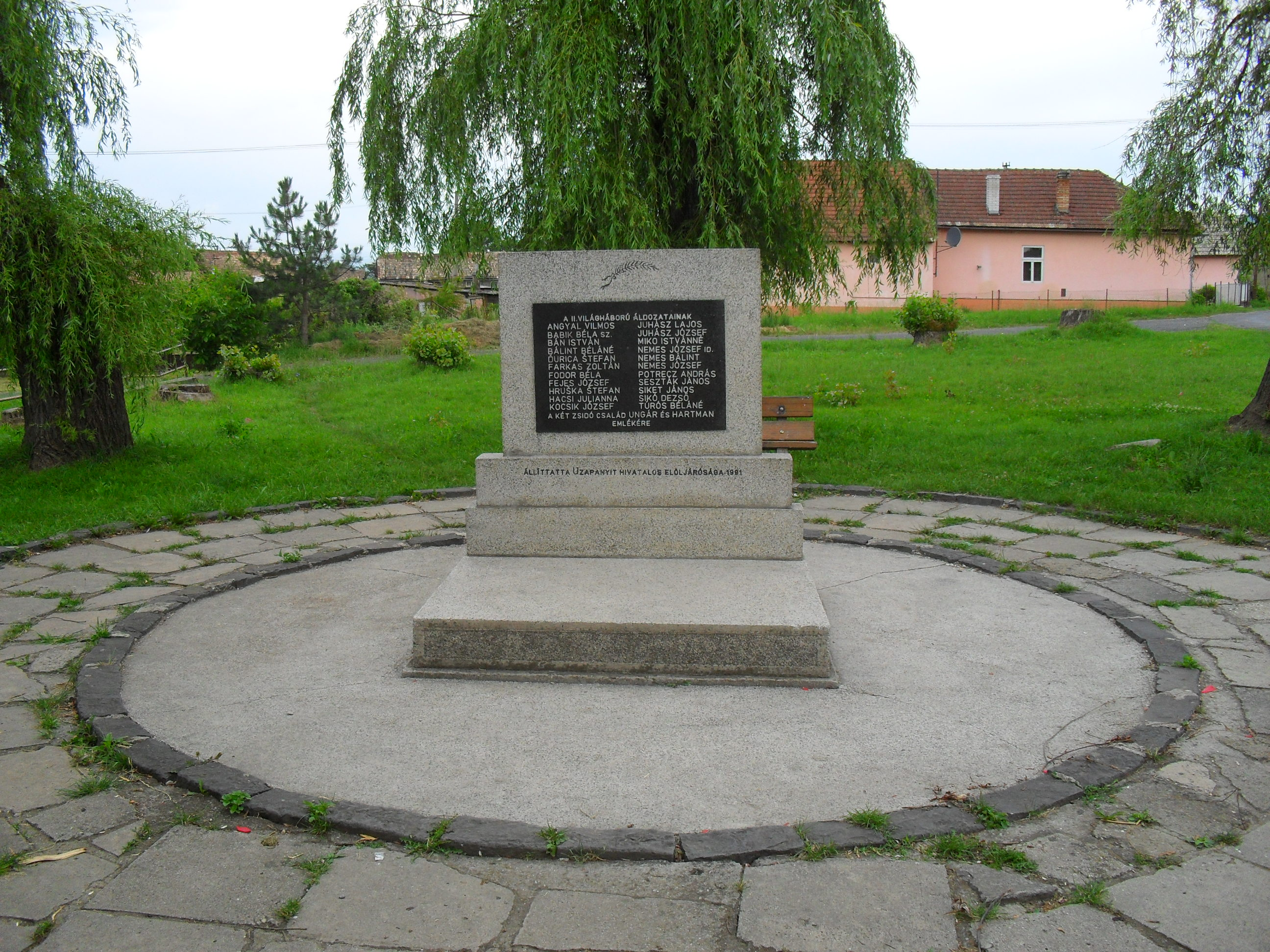
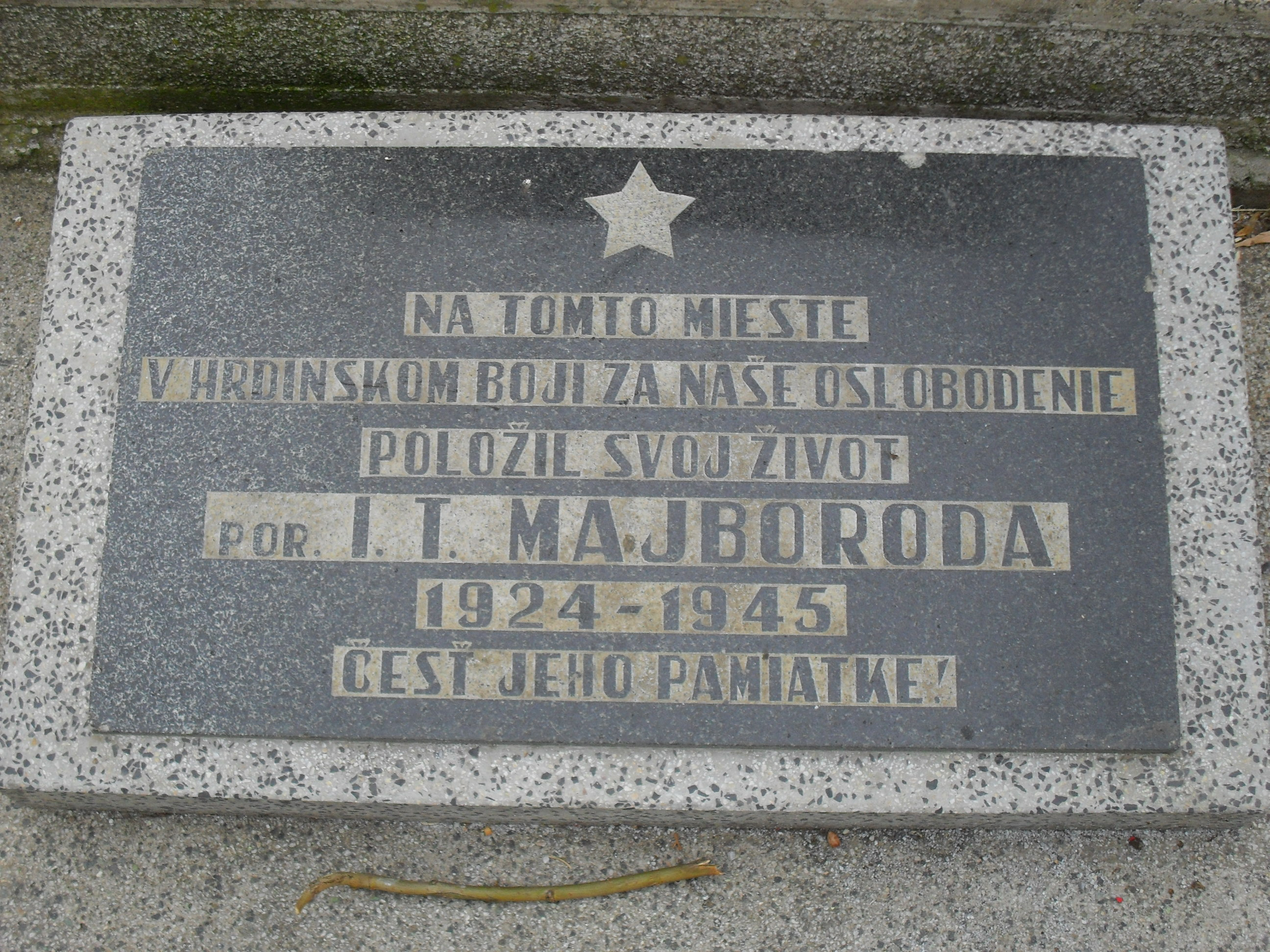
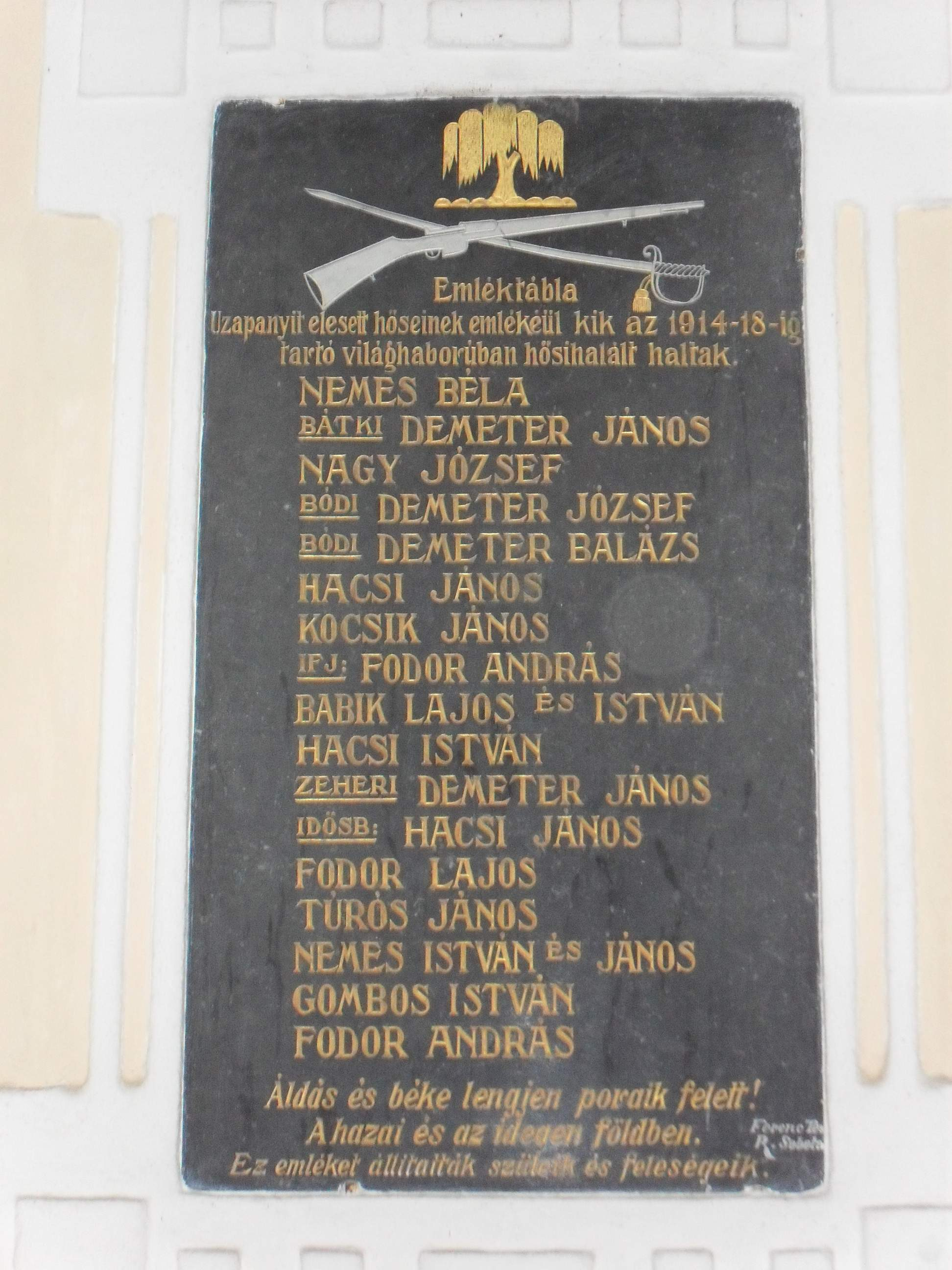

##### Selmecbánya

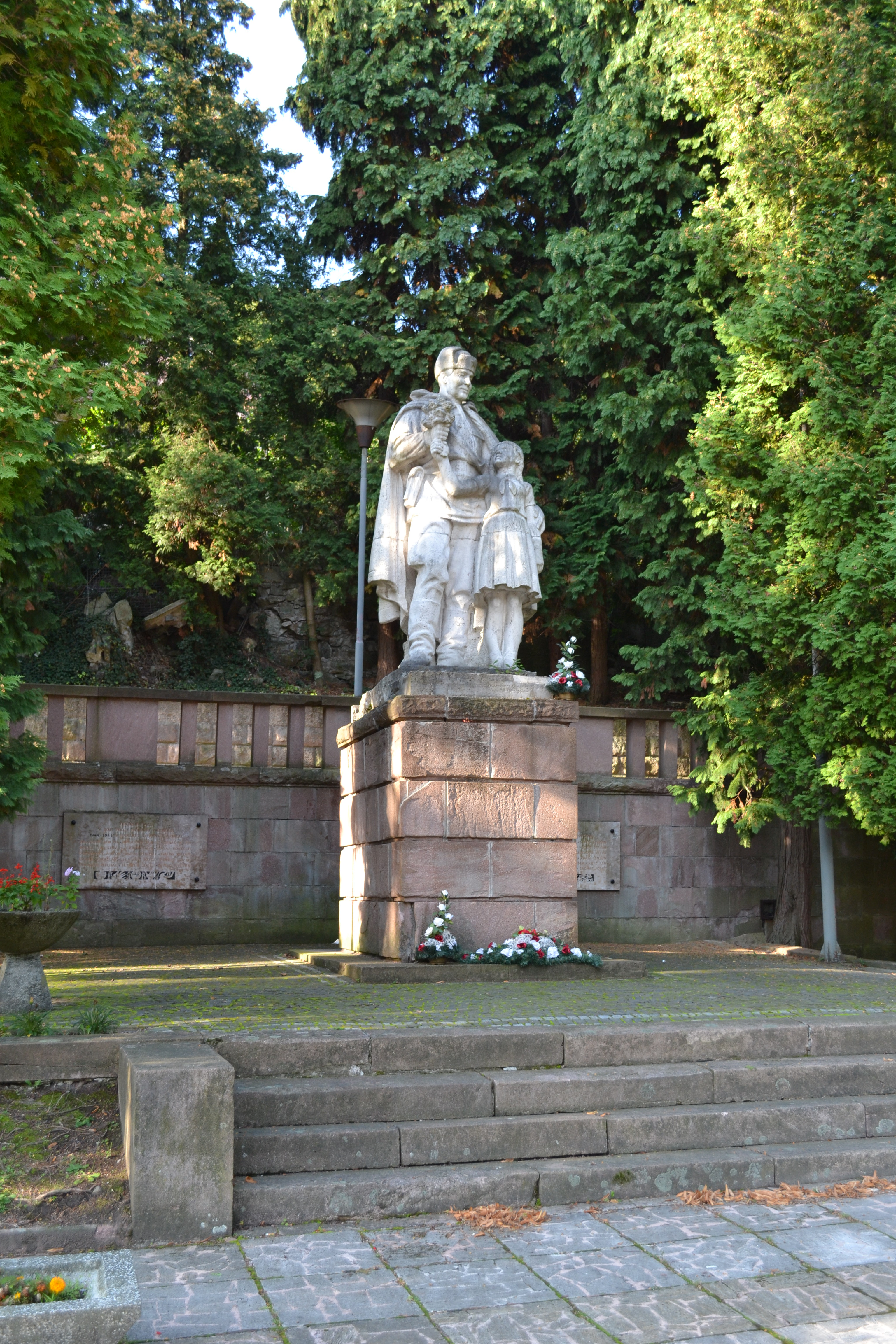

##### Dobronya

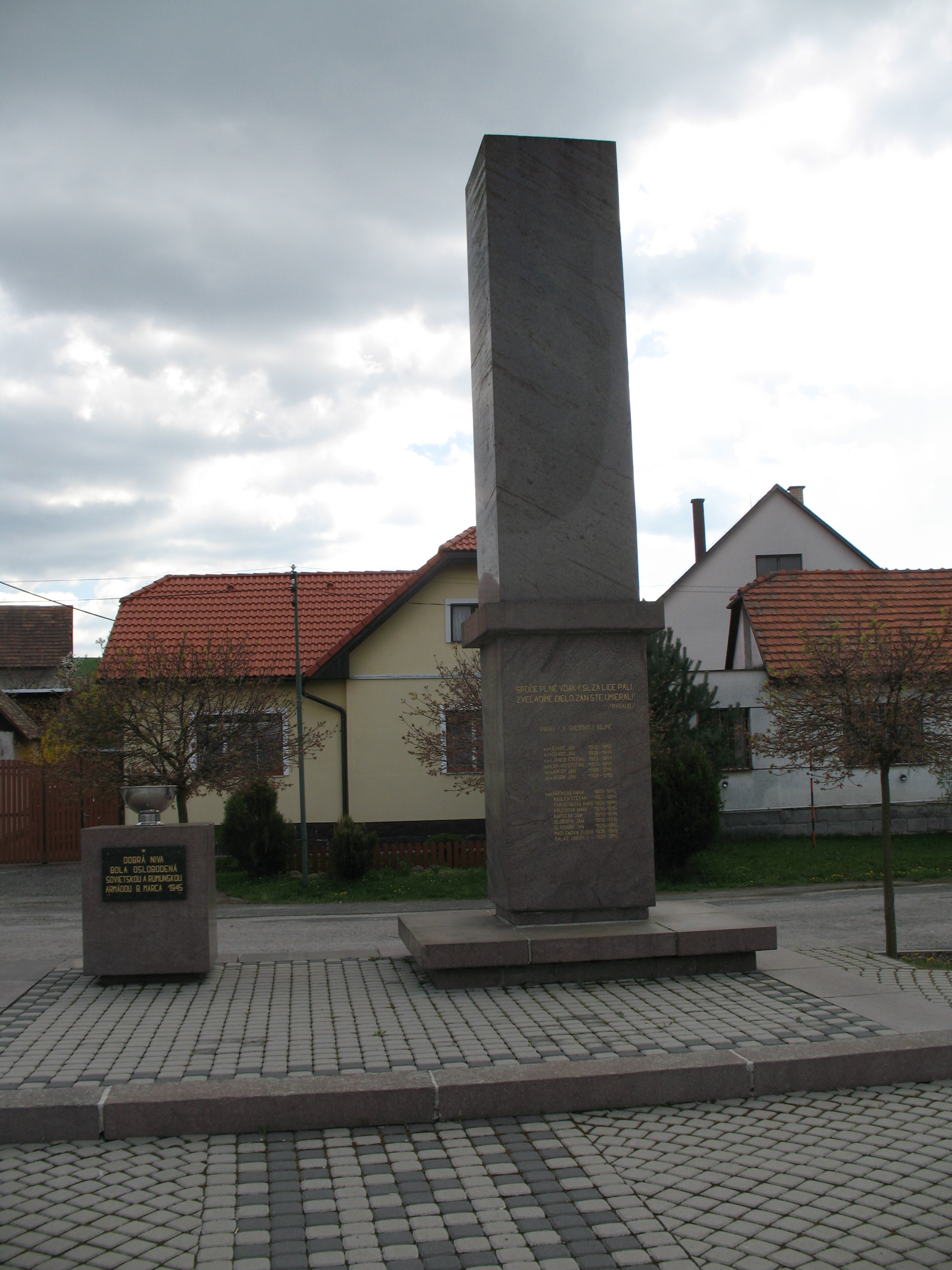

##### Garamberzence

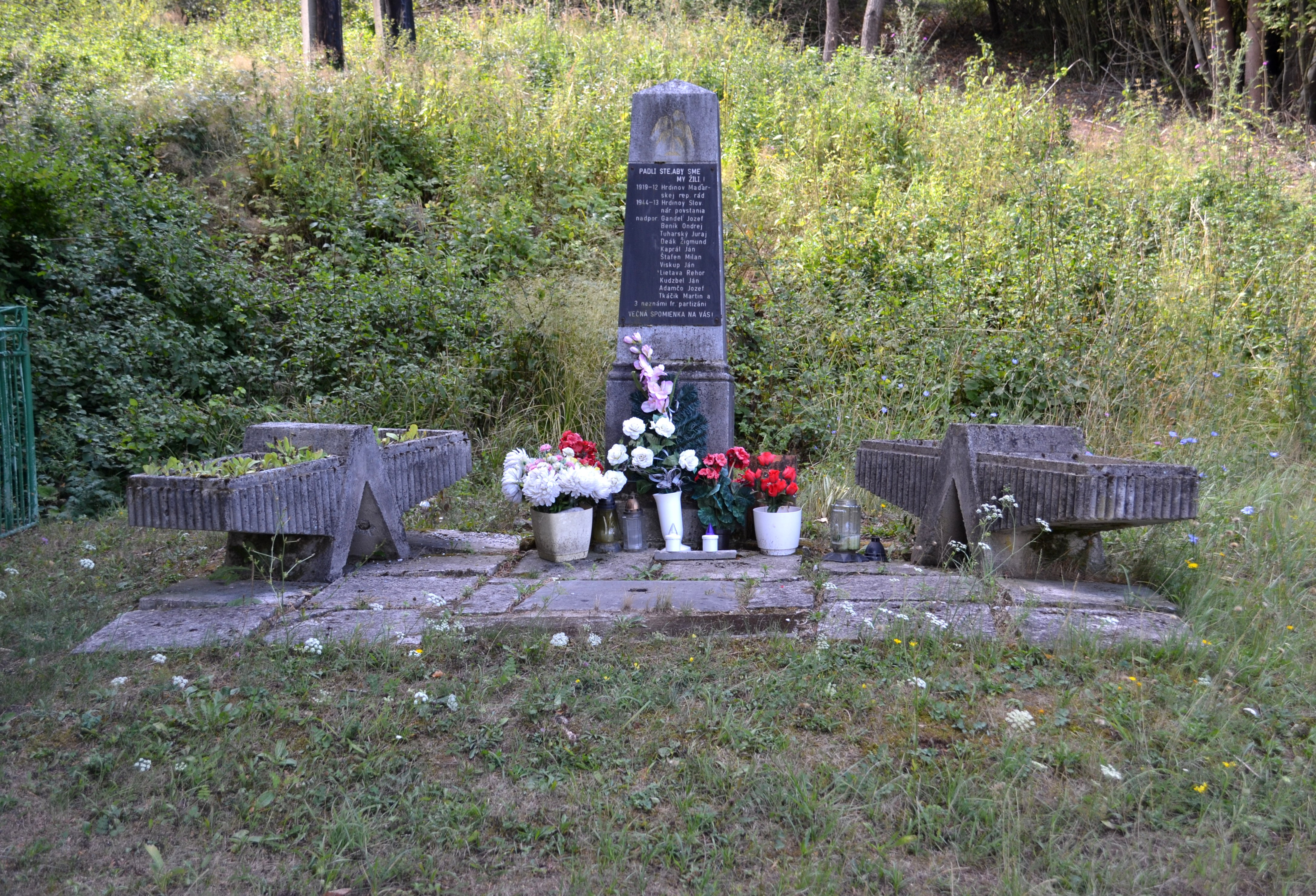

##### Szliács

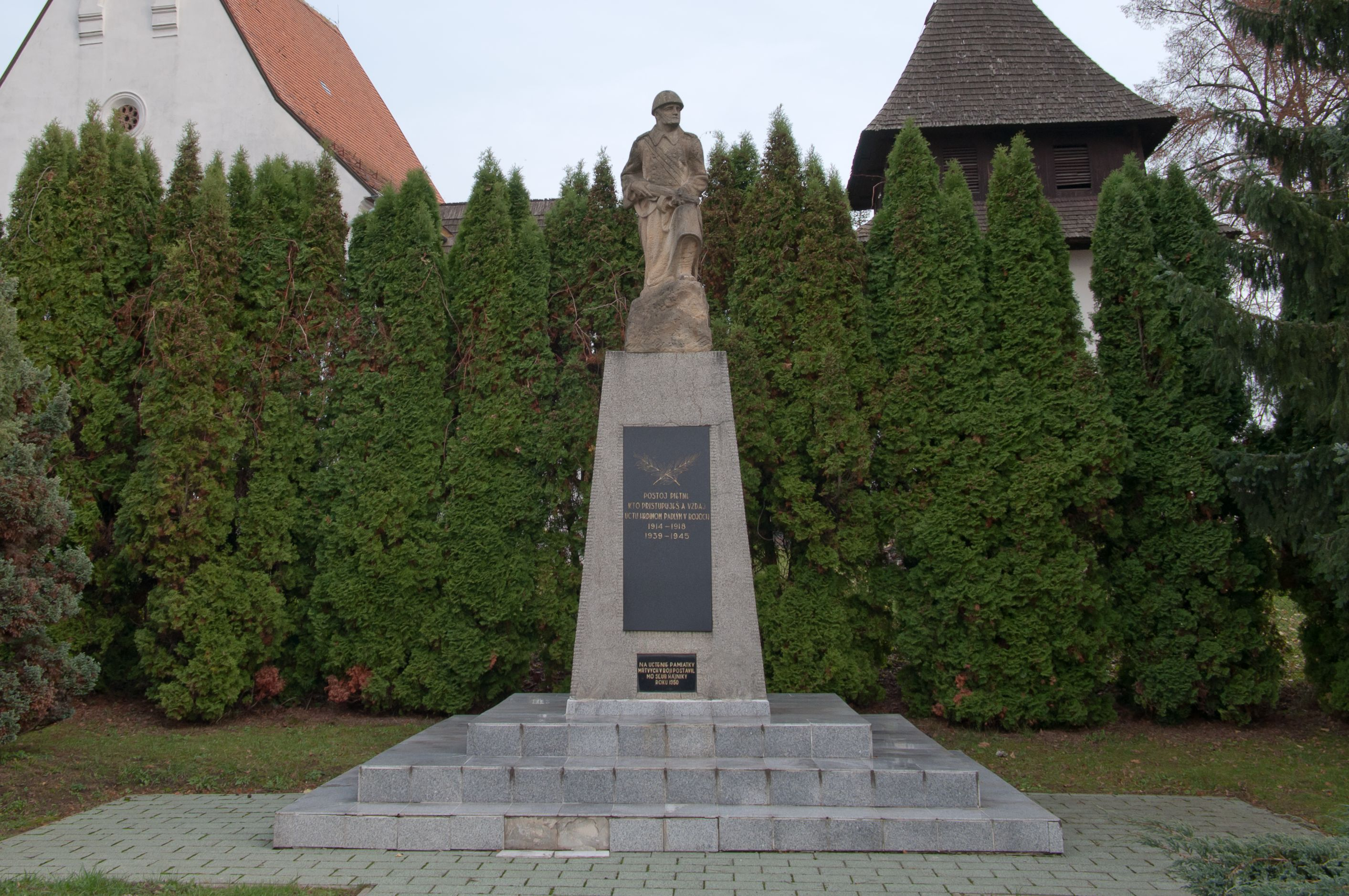

##### Barsberzence

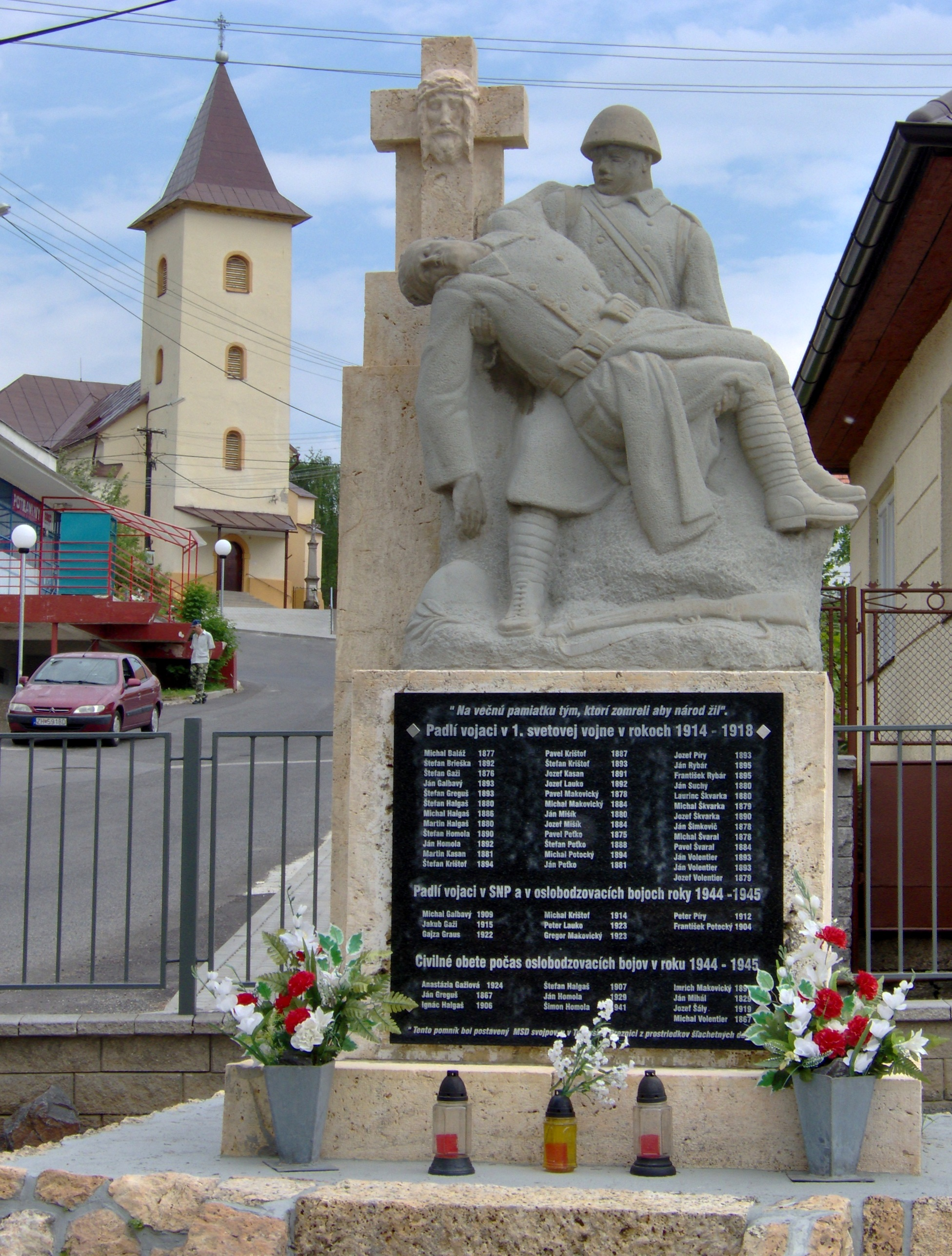

##### Garamszentbenedek

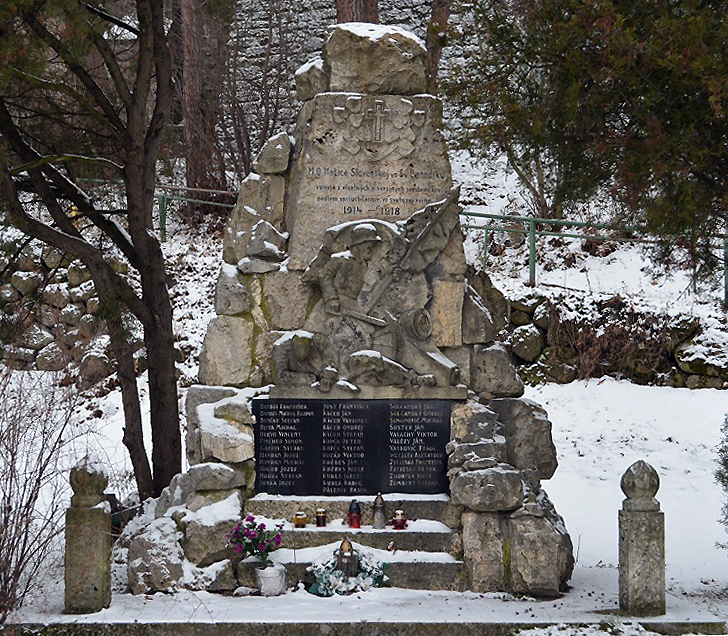
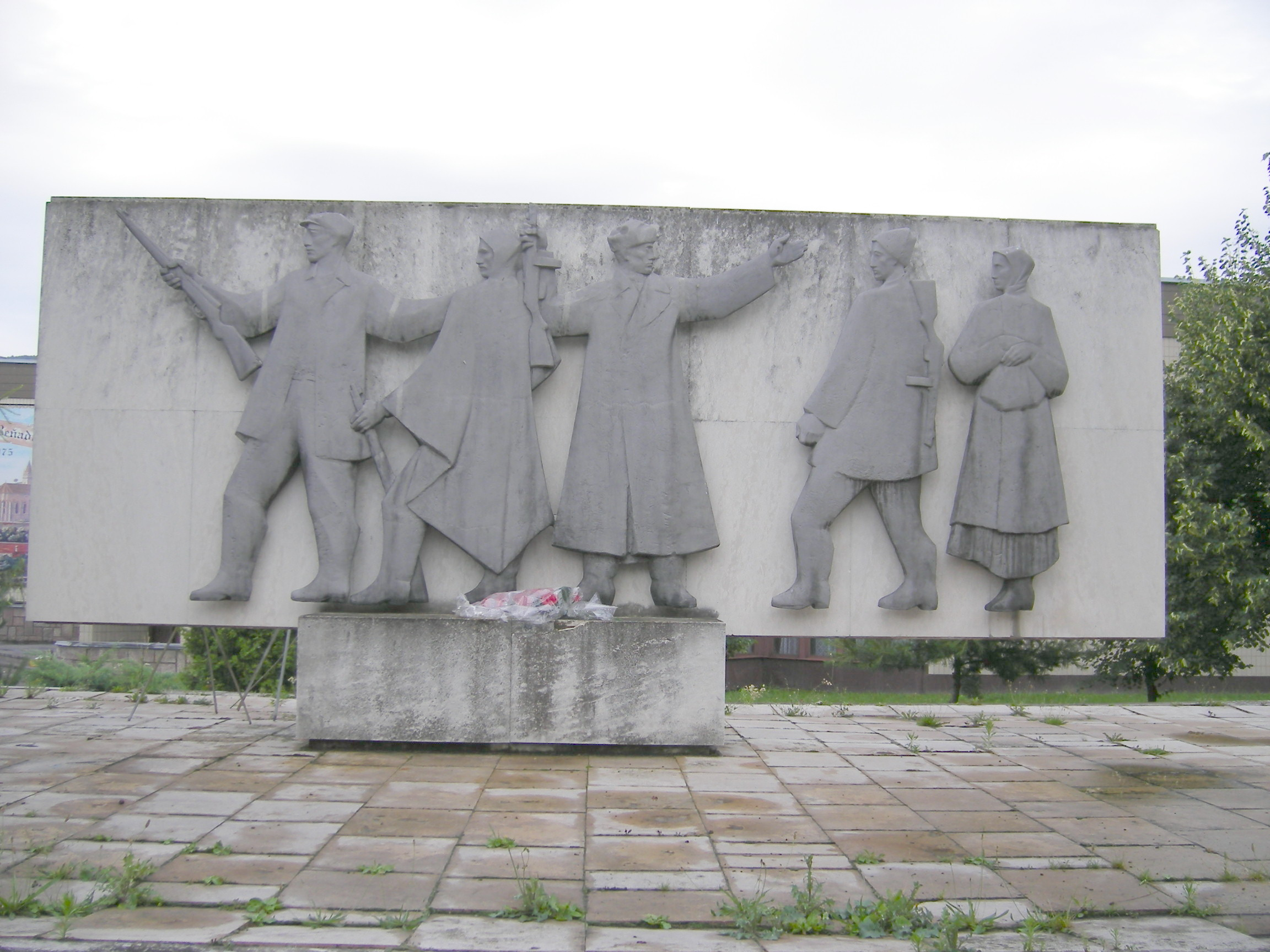

##### Zsarnóca

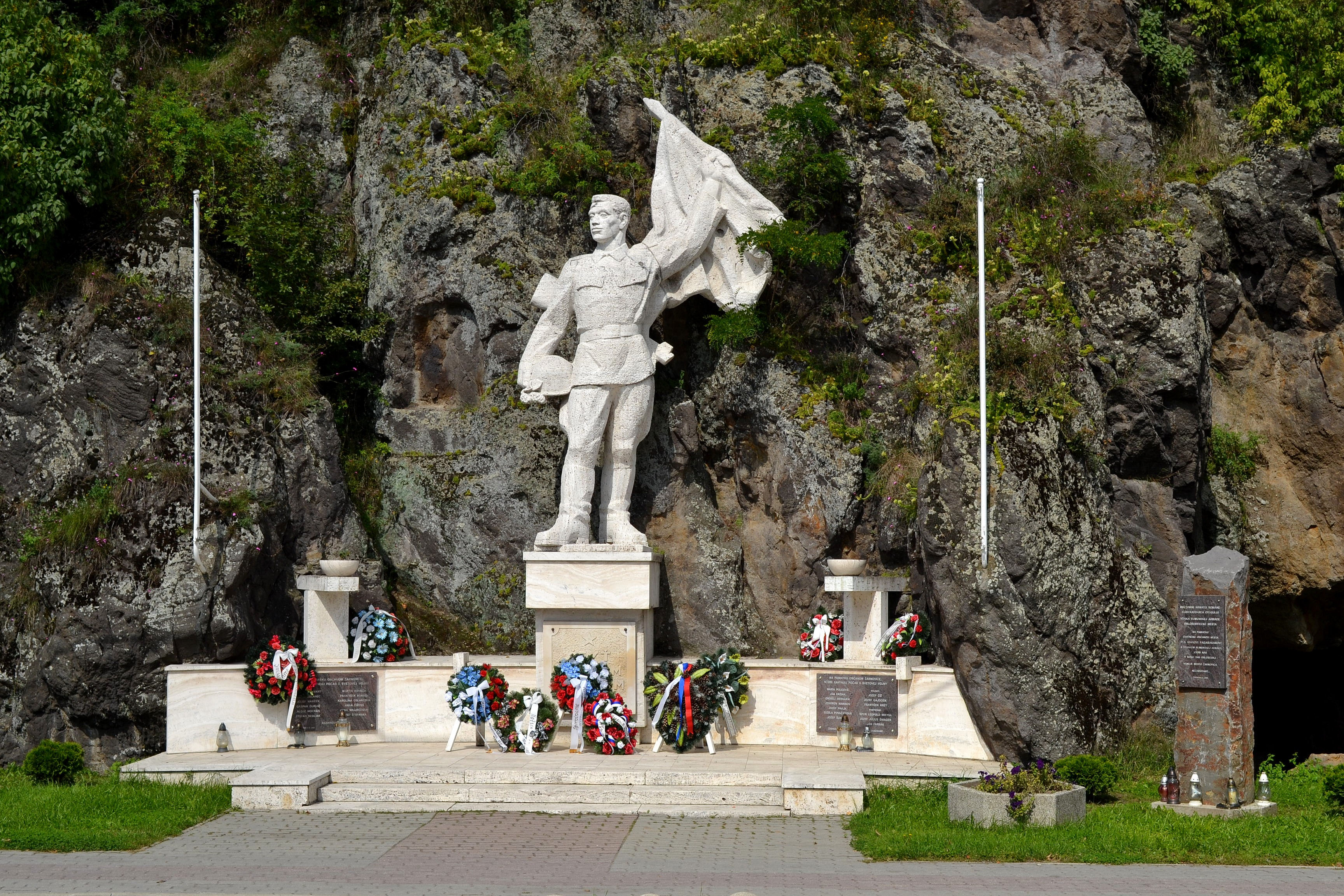

##### Magastátra-Tátraotthon

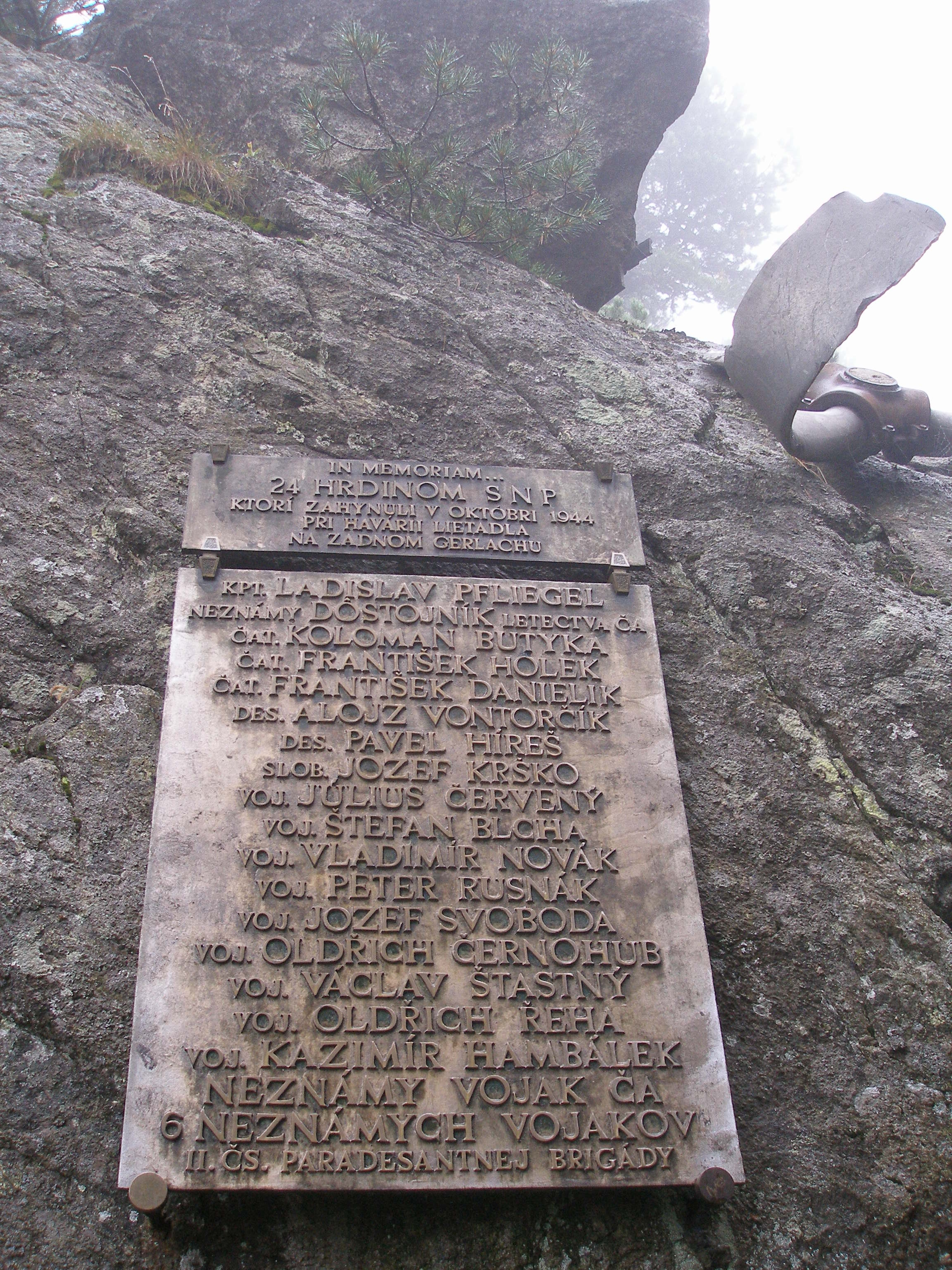
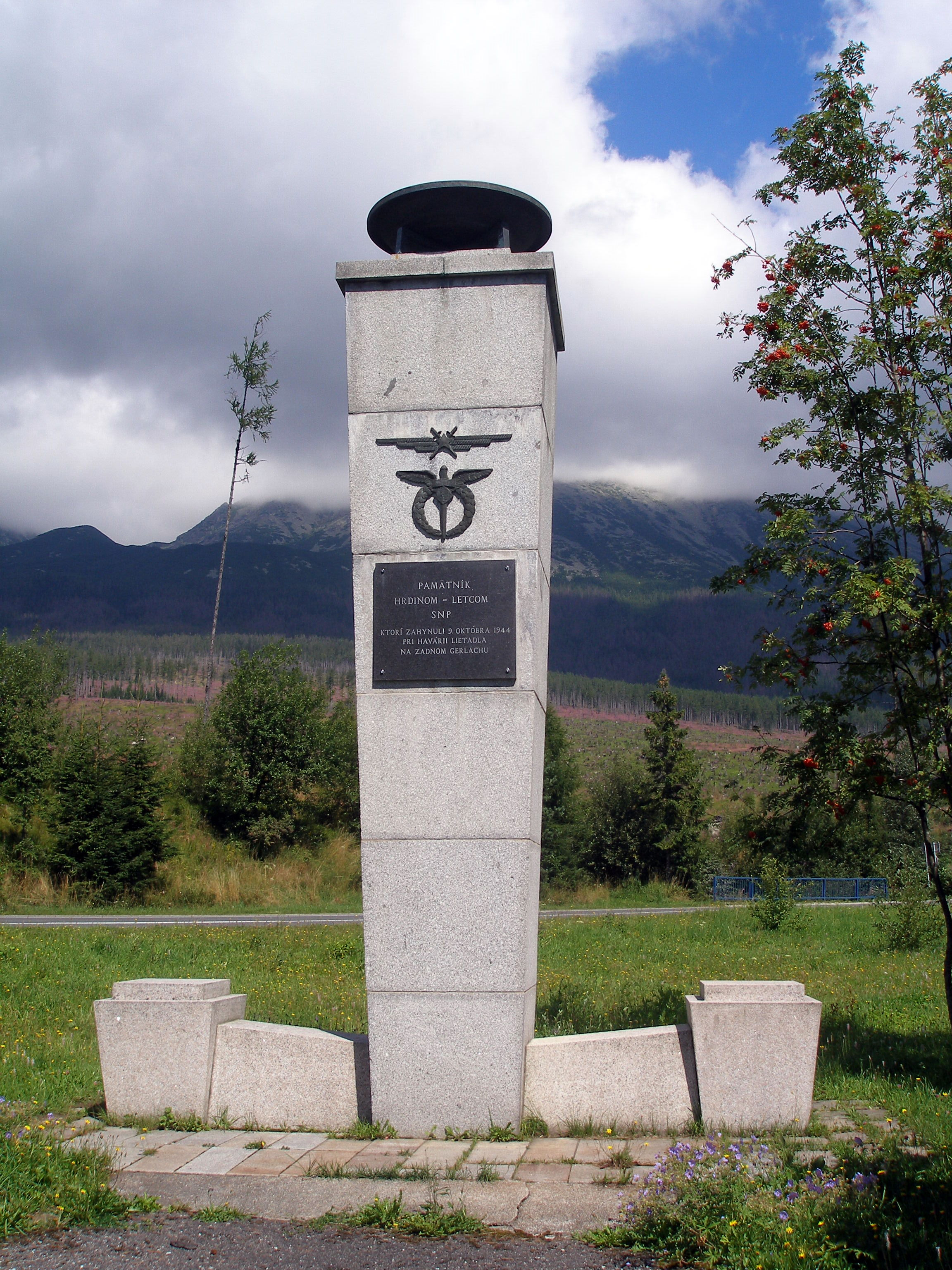
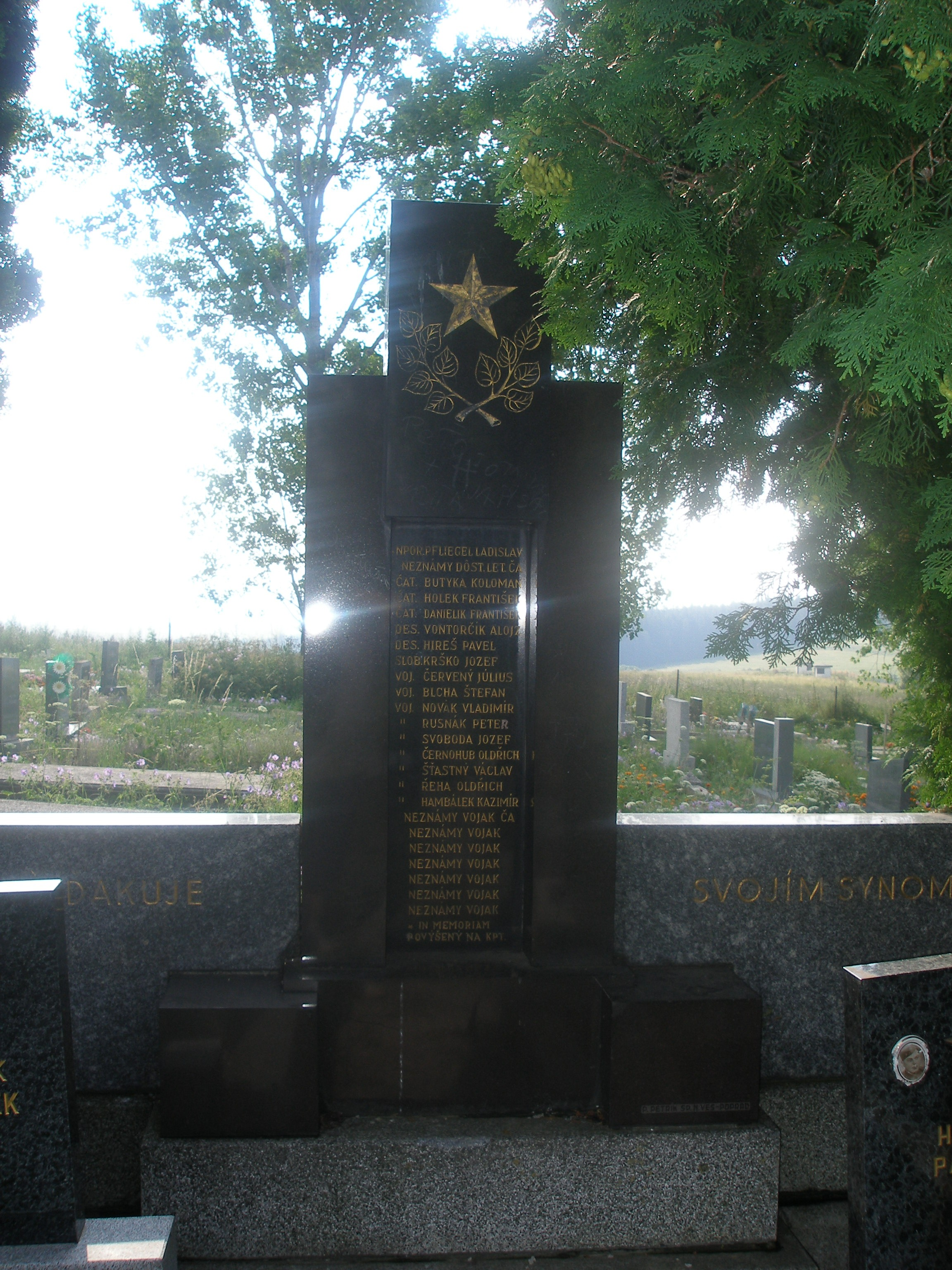

##### Poprád

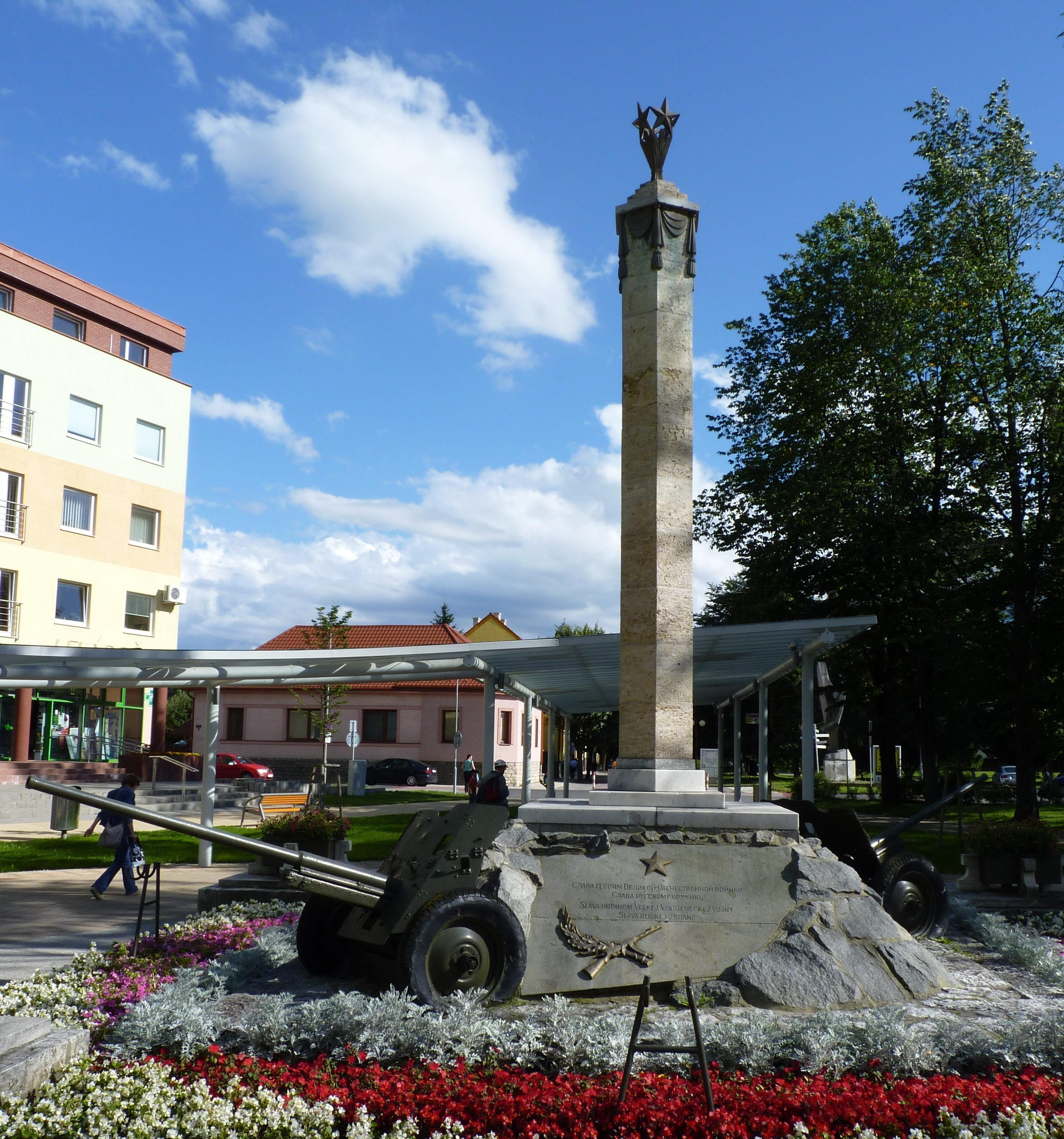

##### Vernár

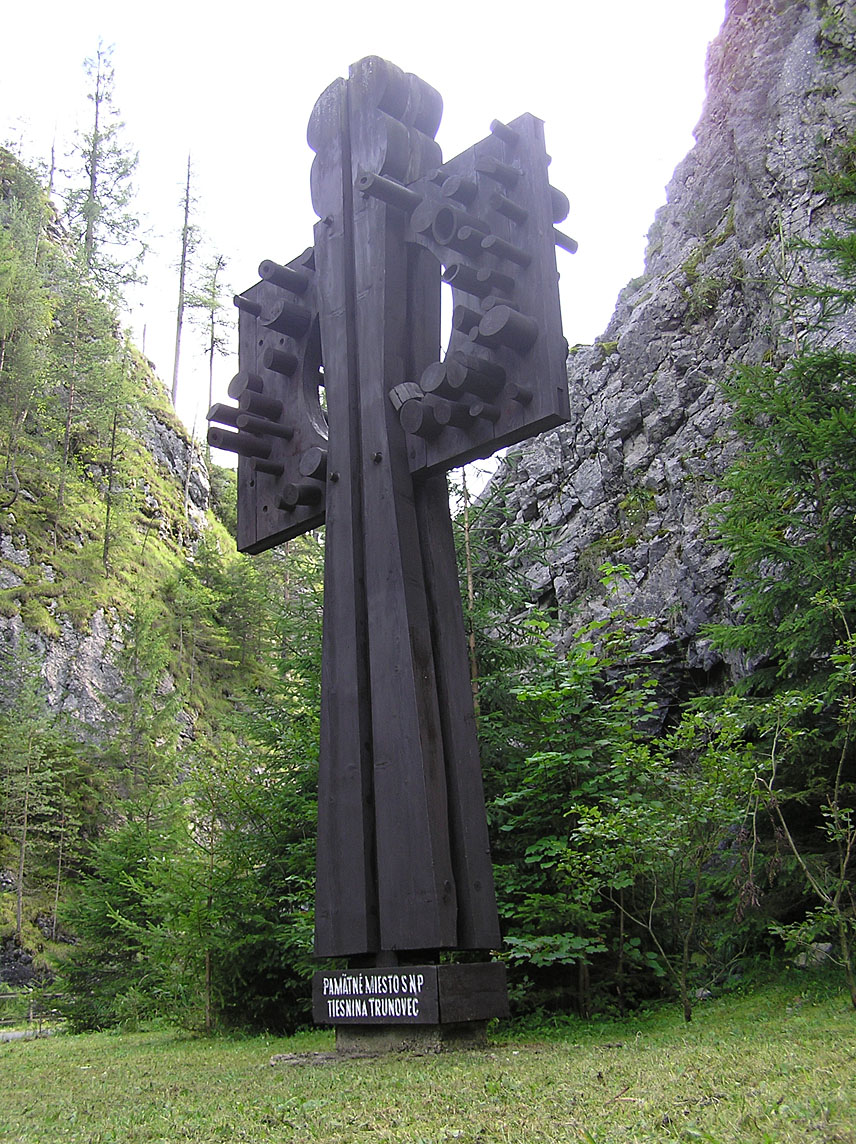

##### Felsőtokaj

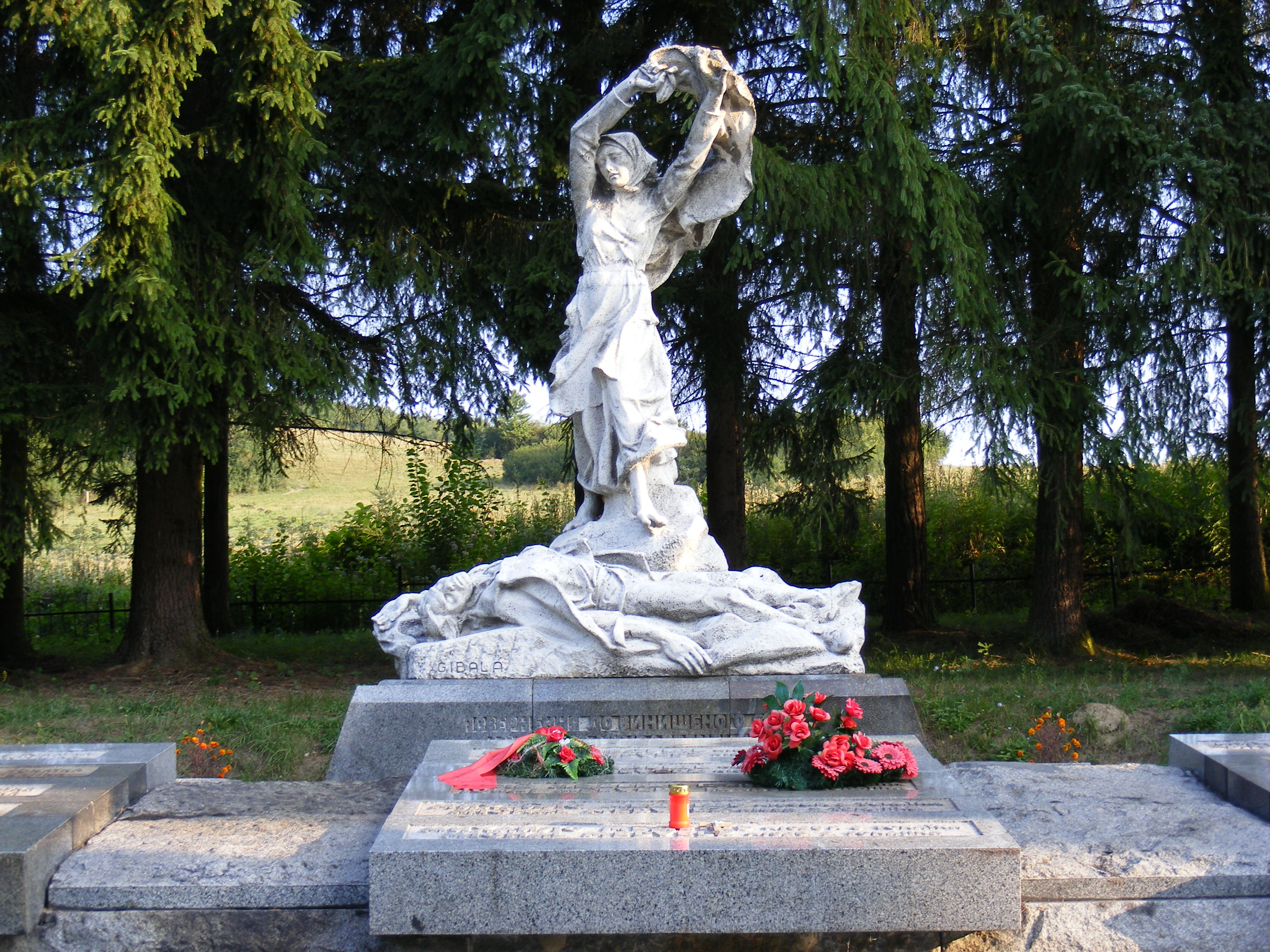

##### Giglóc

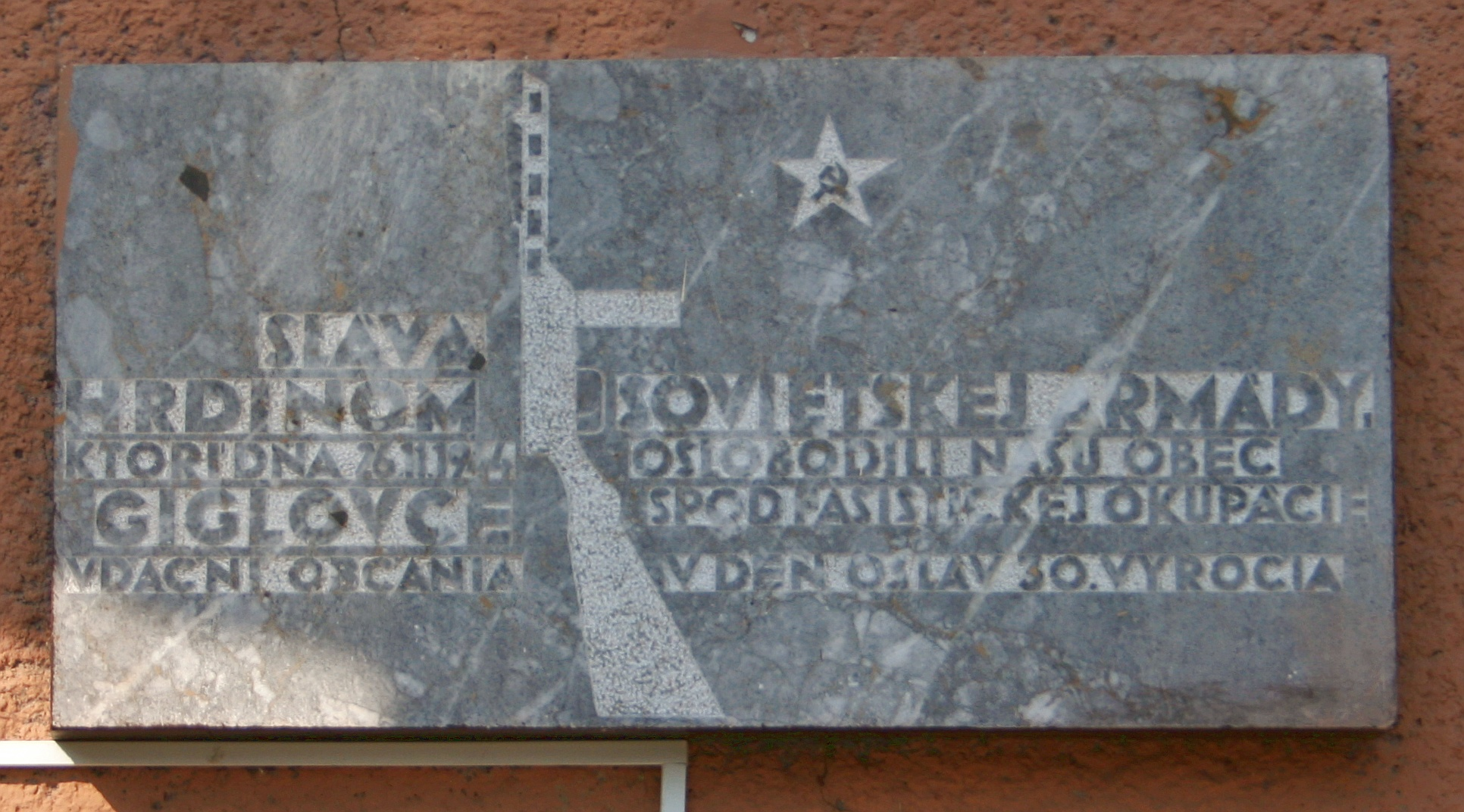

##### Tapolyhanusfalva

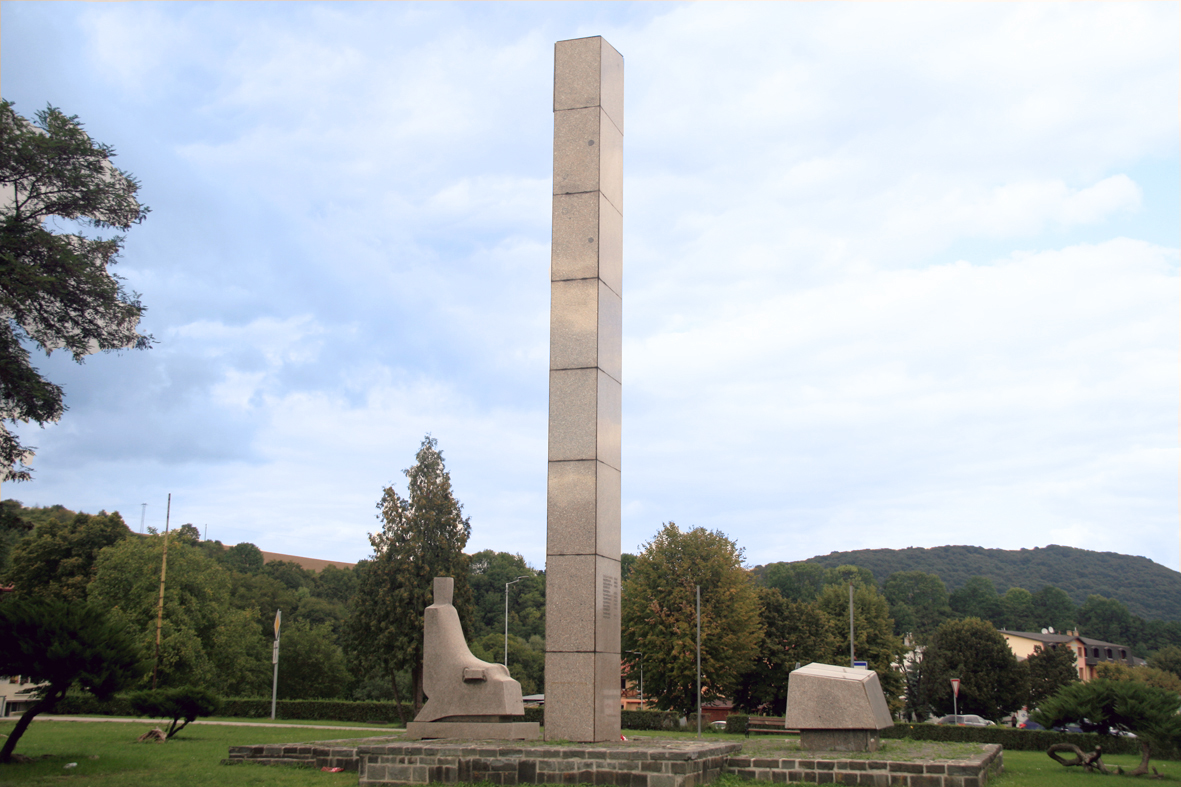
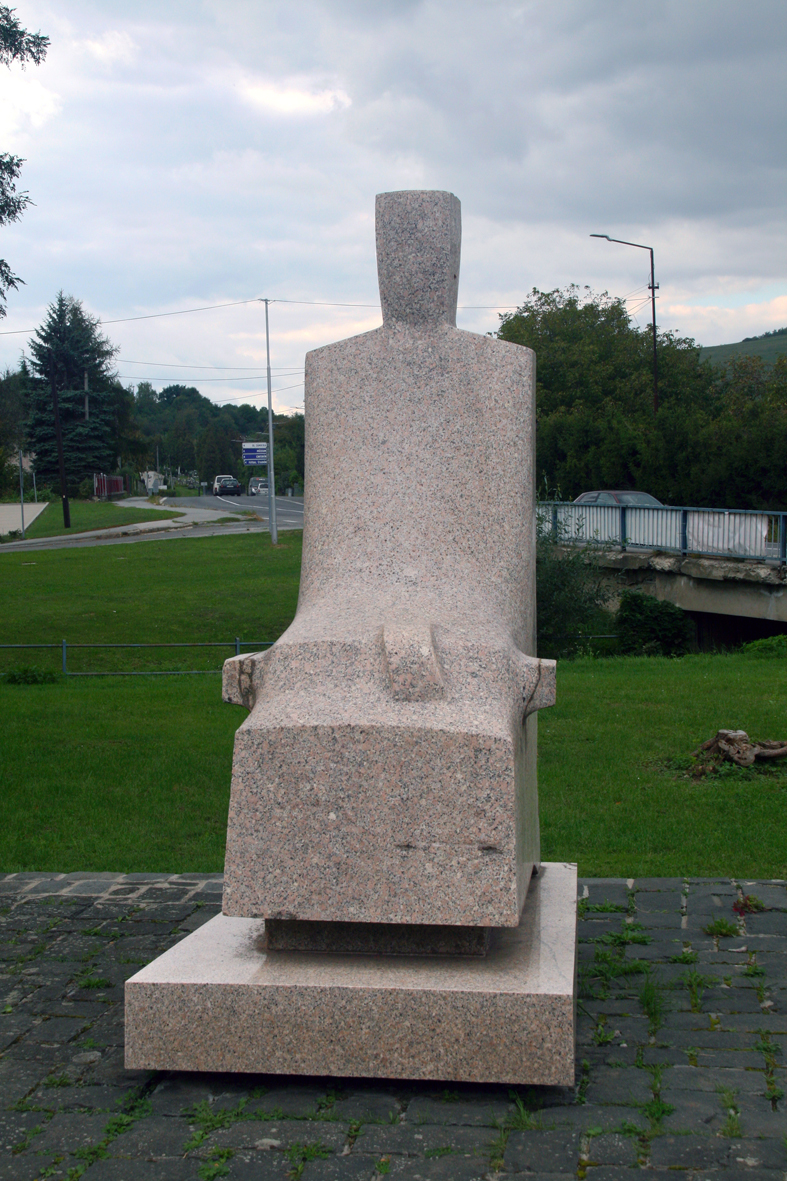
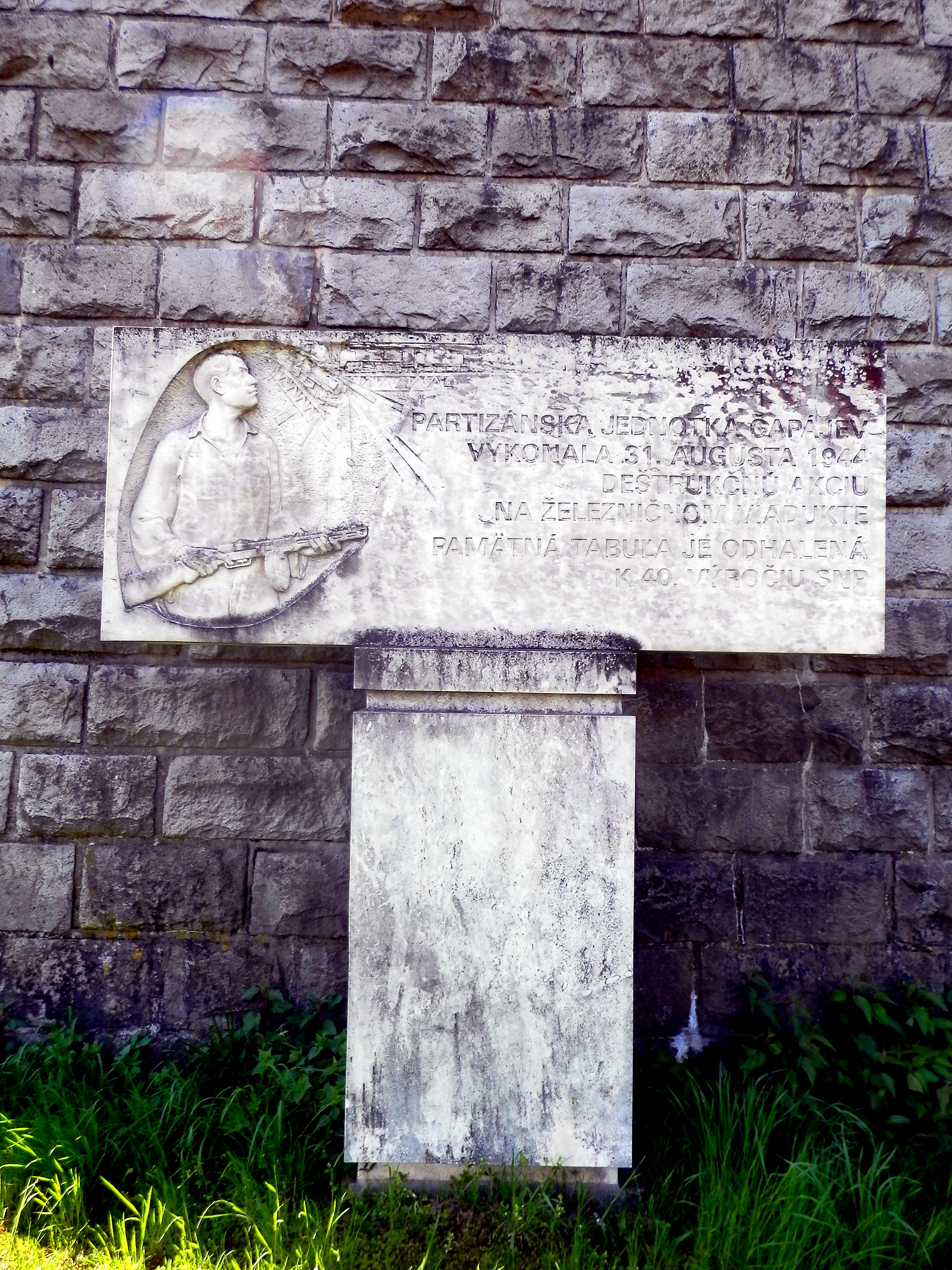

##### Kecege

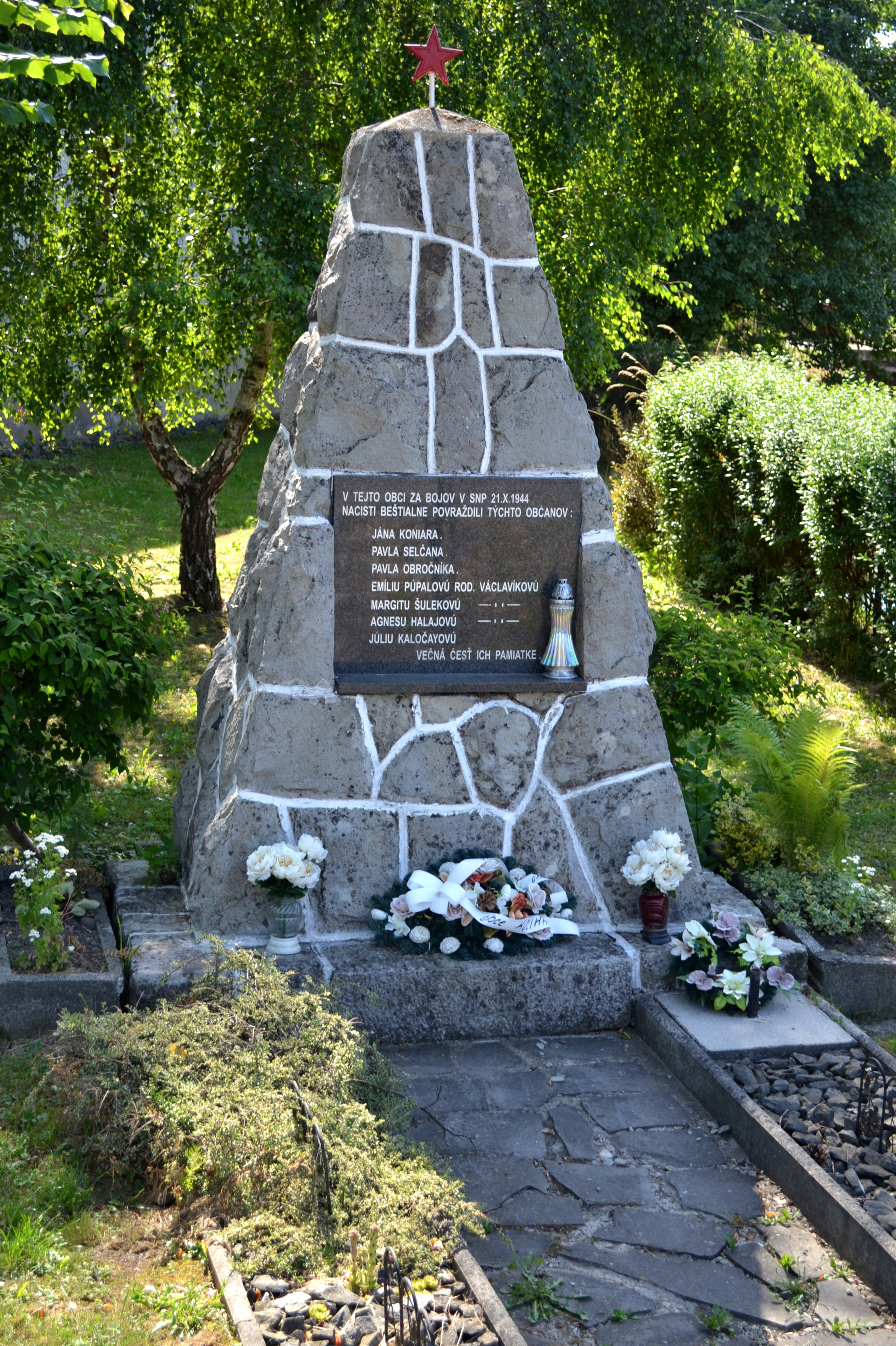
SzNF

#### Zsarnócai járás

##### Újbánya

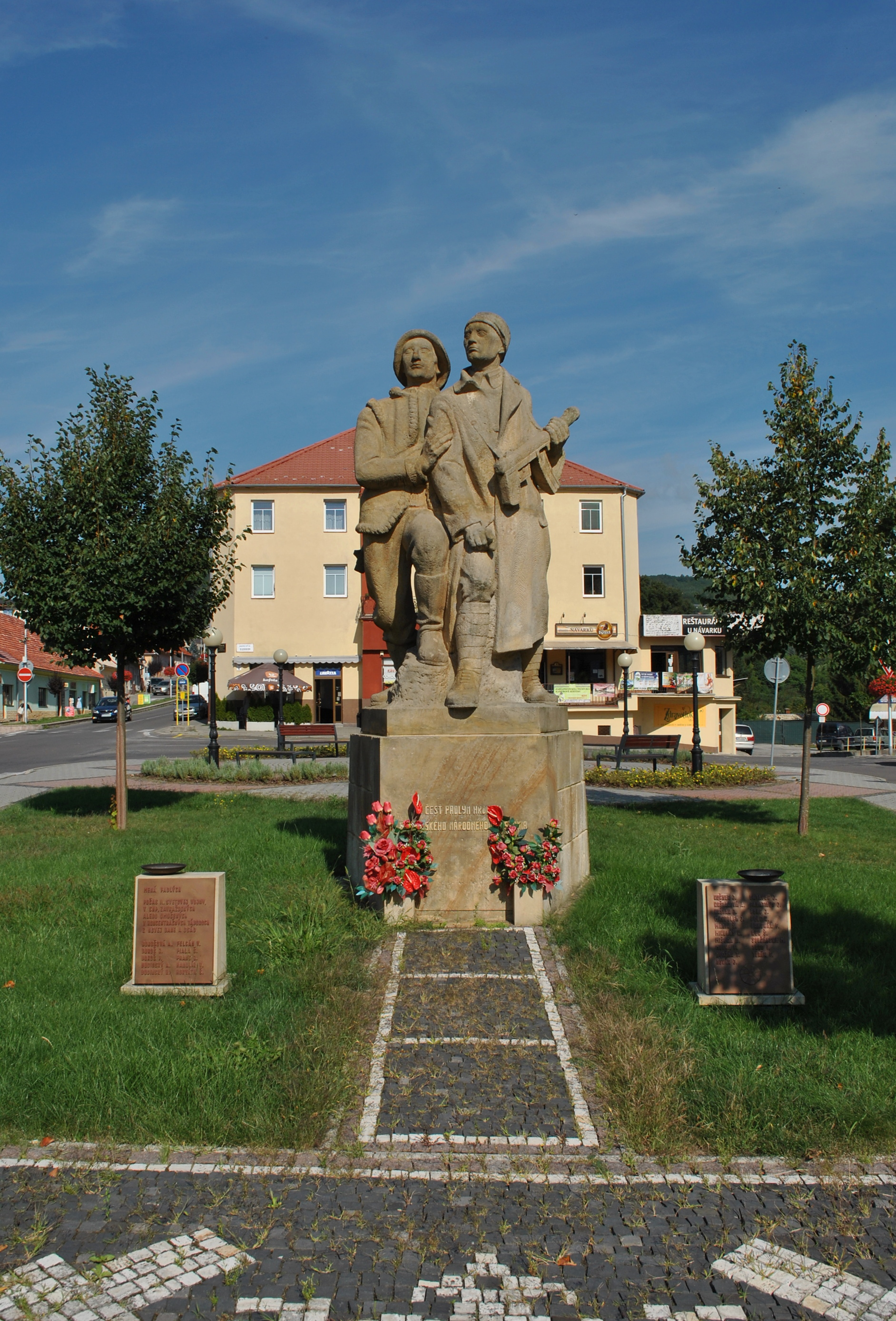
SzNF

### Eperjesi kerület

#### Bártfai járás

##### Bártfa

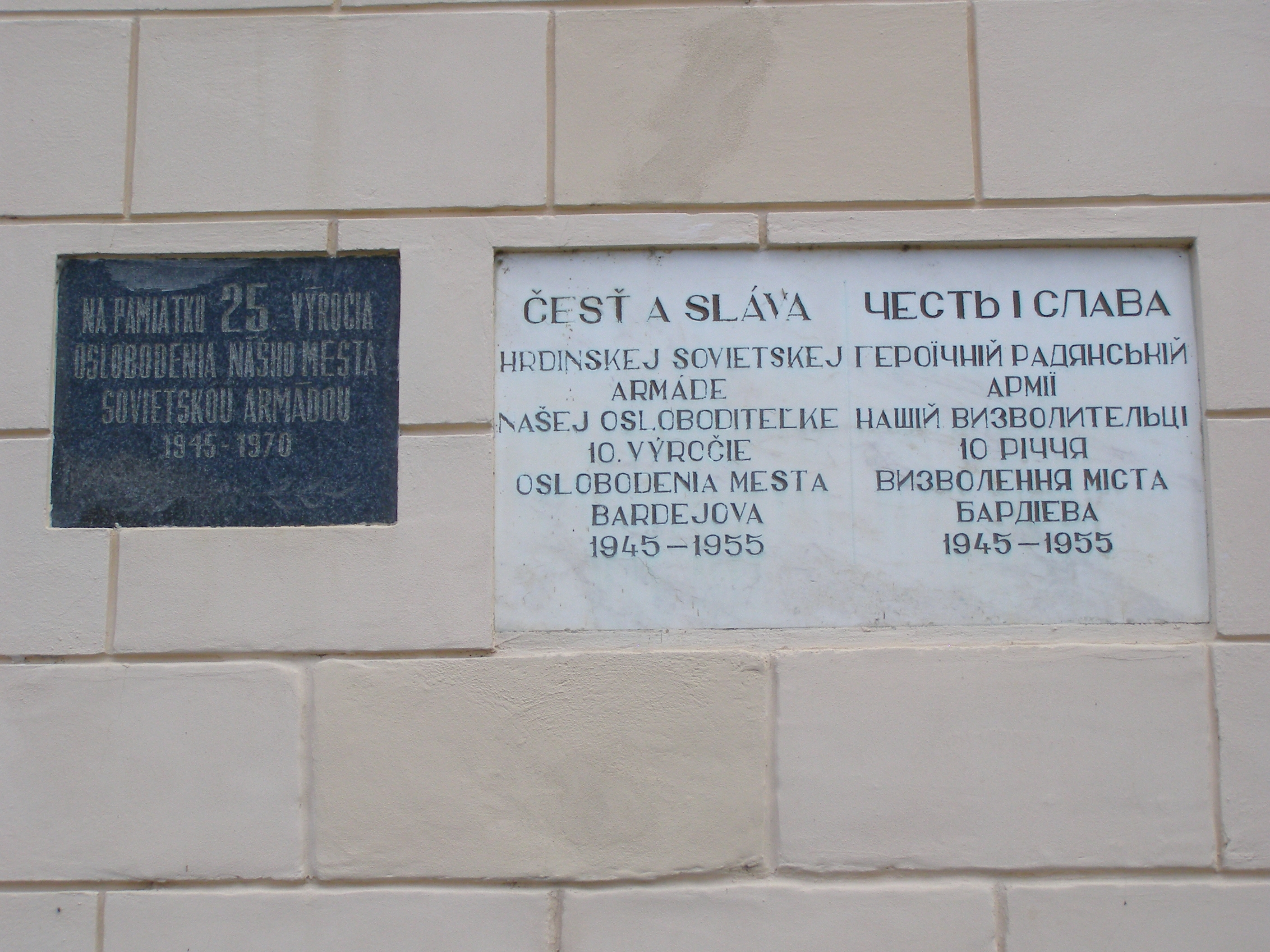
Felszabadítási emléklap

#### Eperjesi járás

##### Eperjes

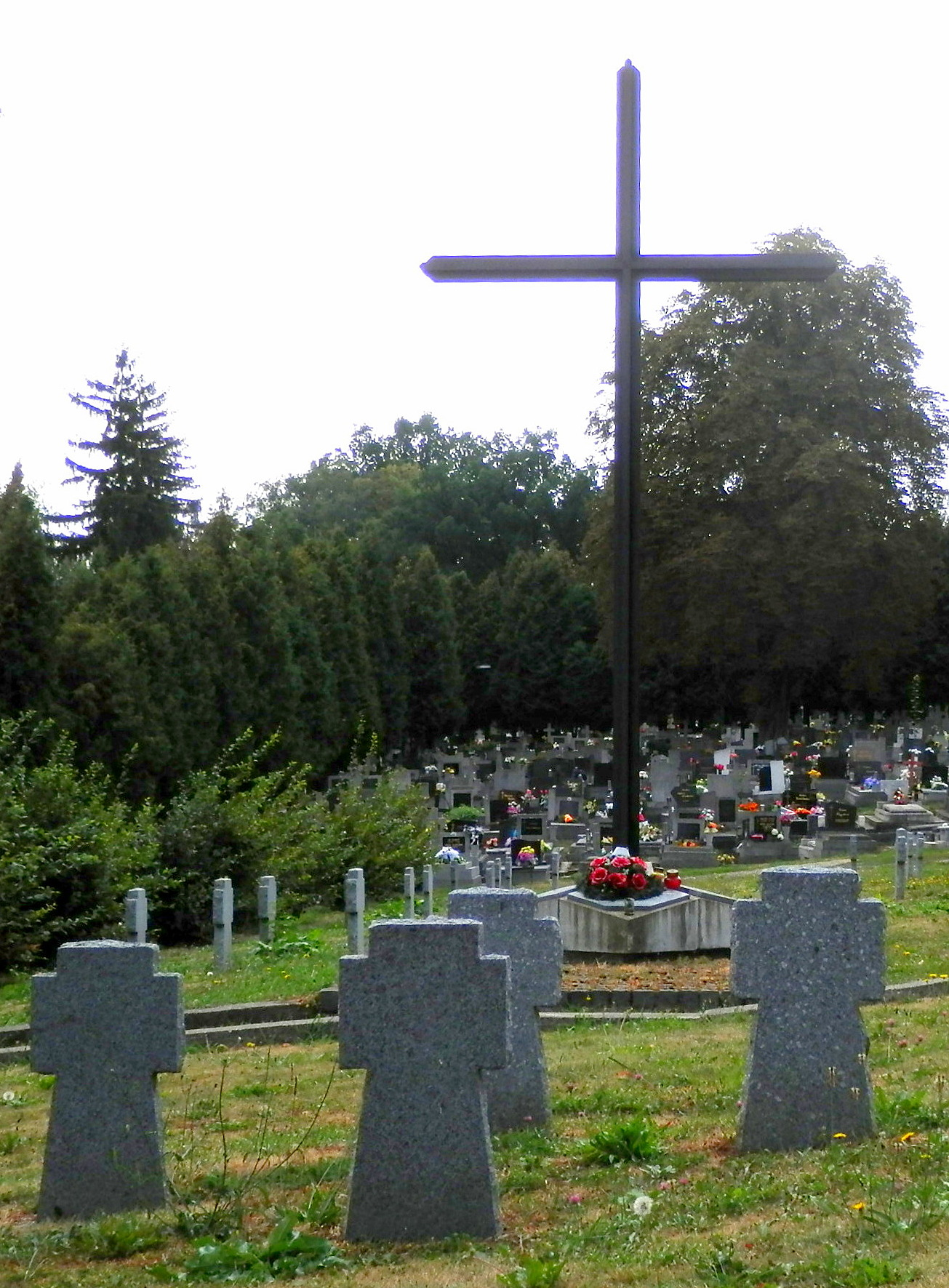
Első világháborús temető
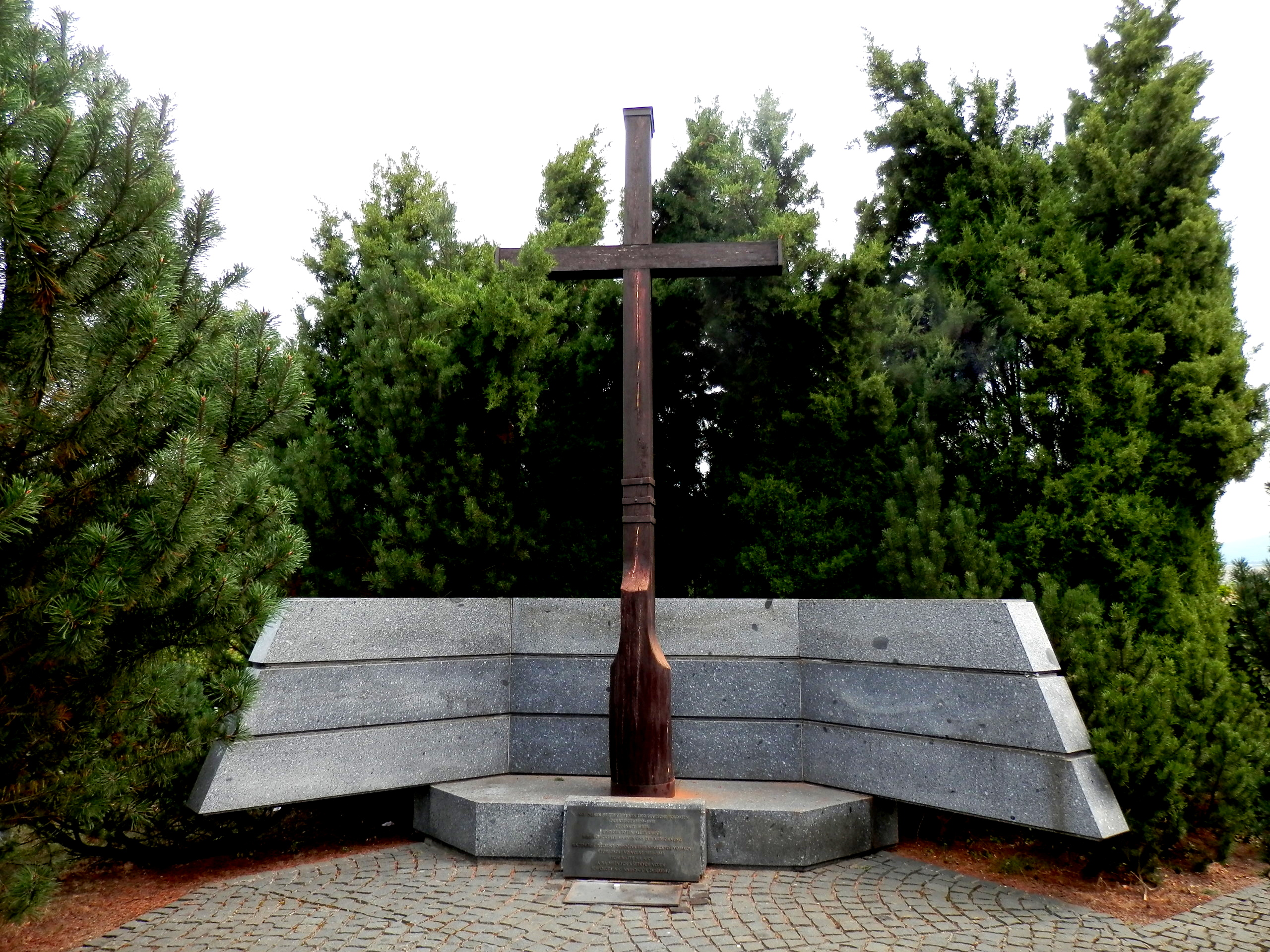
Német katonai temető
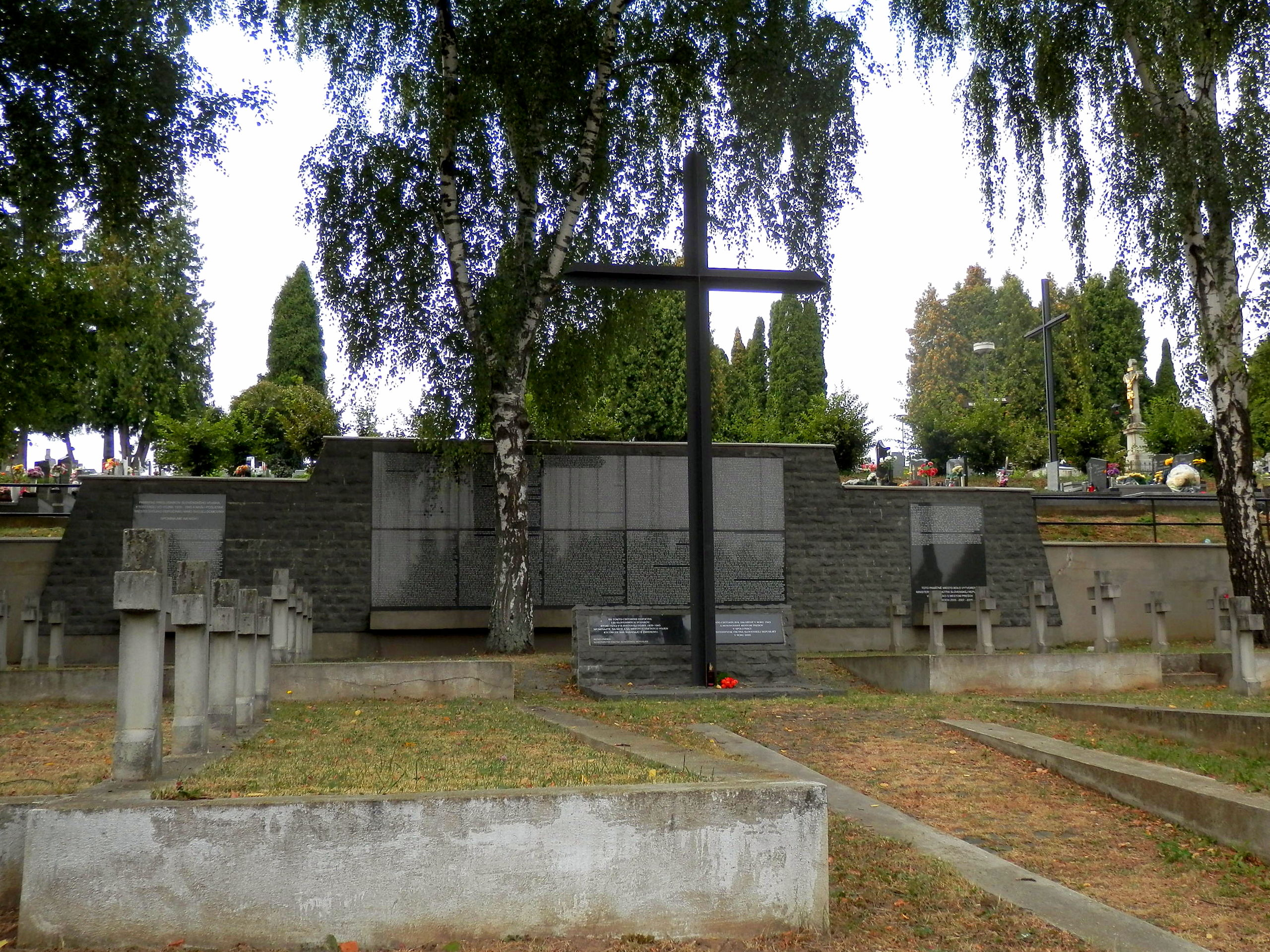
Szlovák katonai temető

#### Felsővízközi járás

##### Felsővízköz

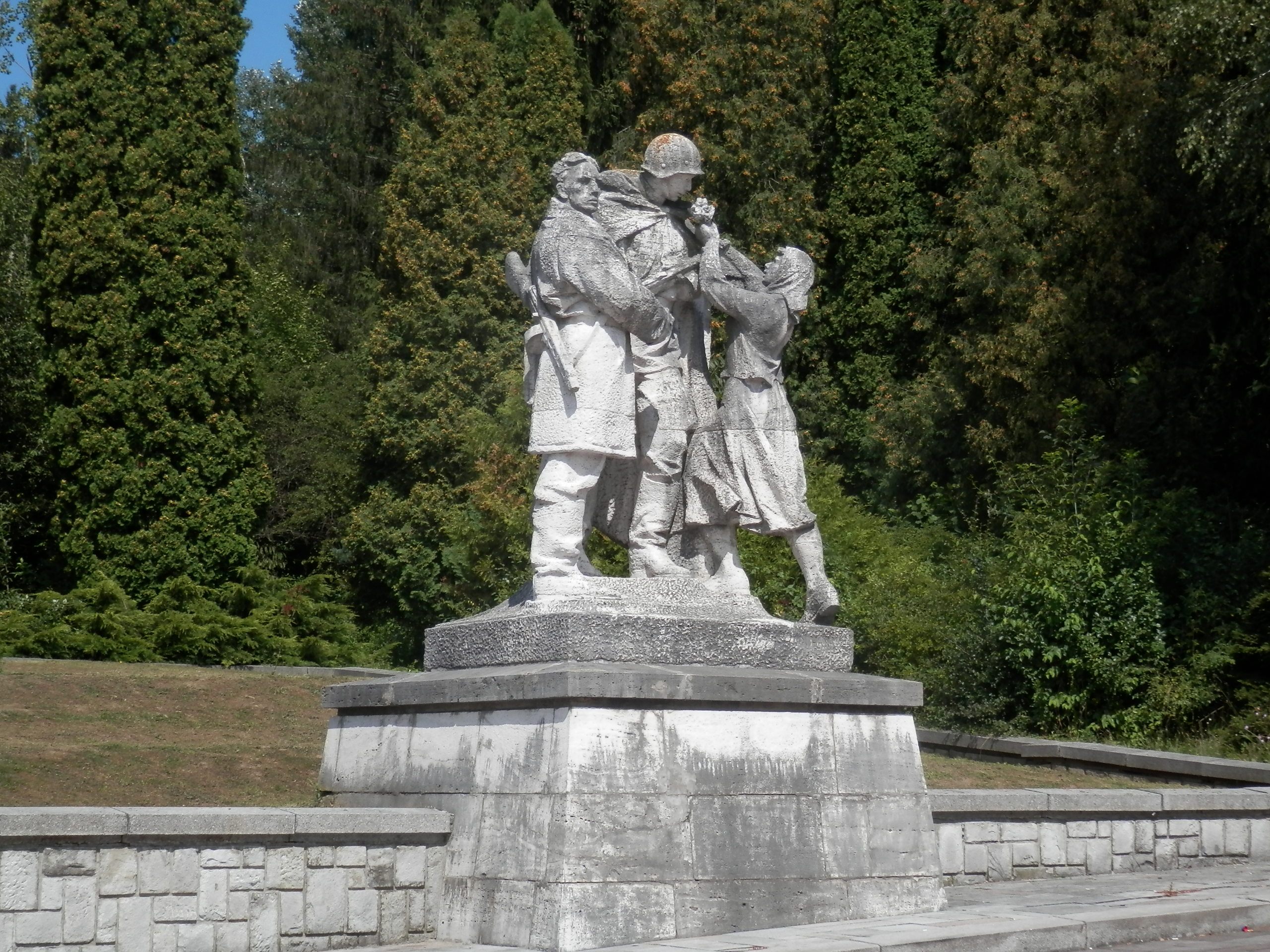
szovjet temető
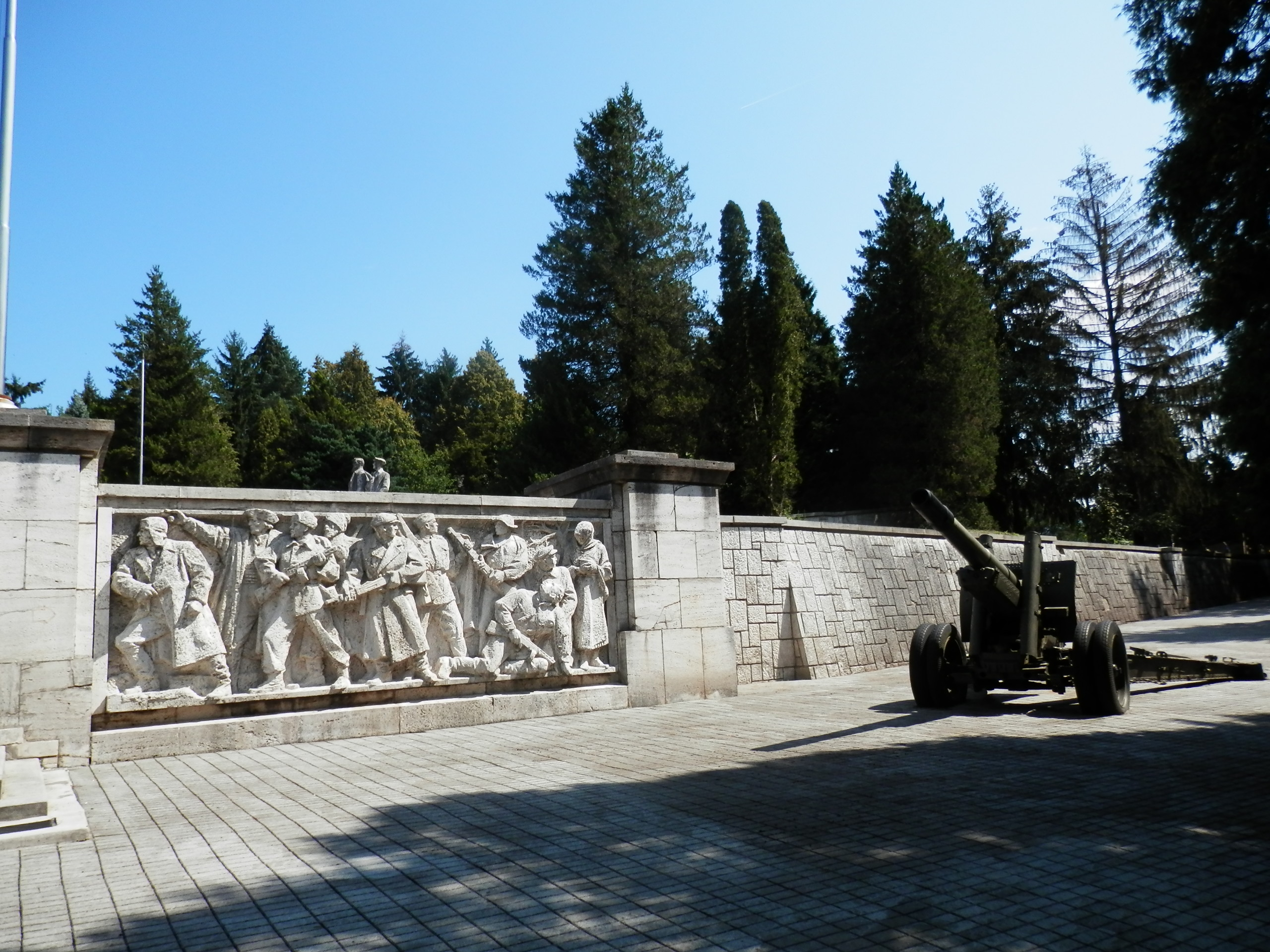
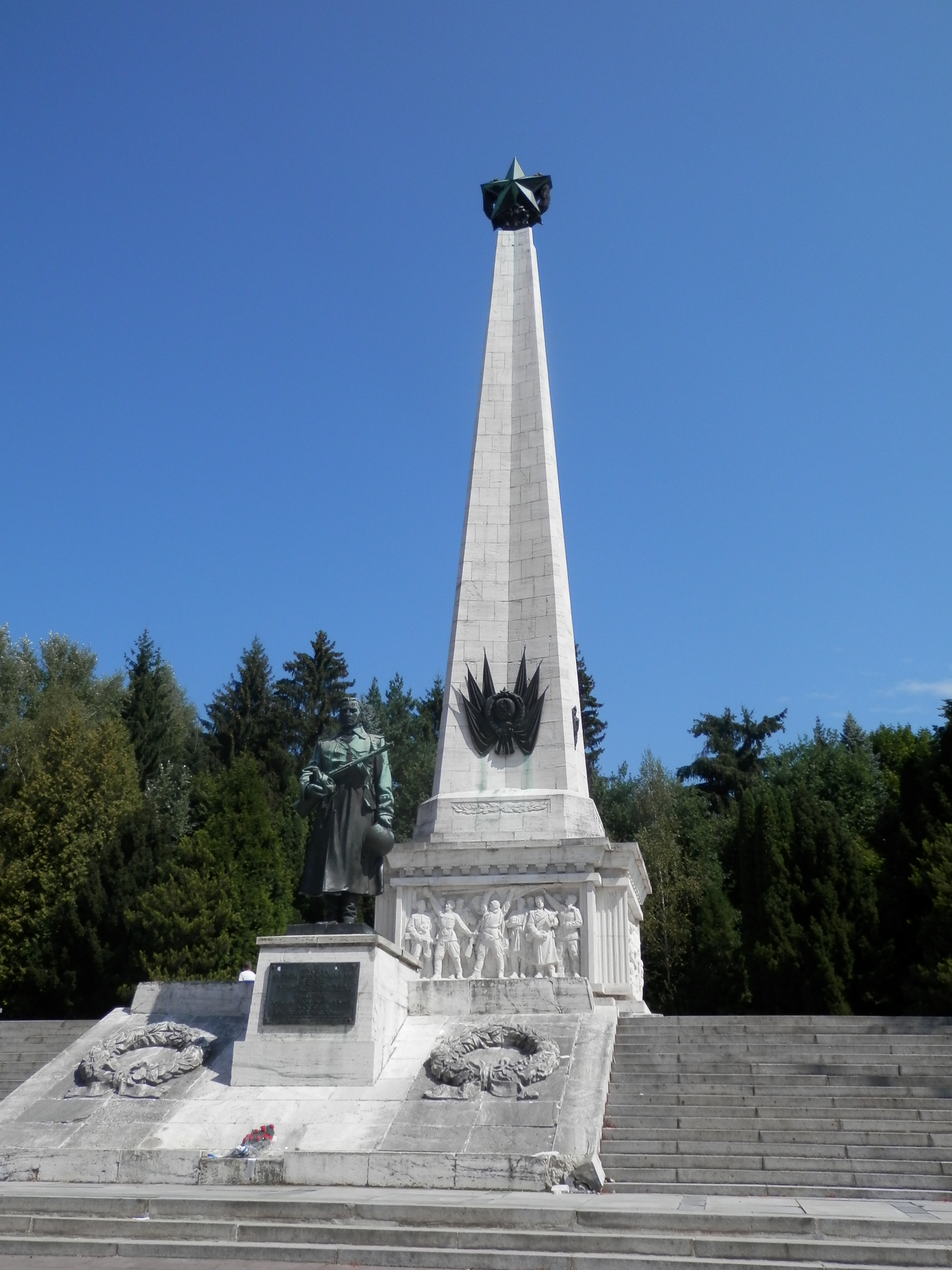

#### Lőcsei járás

##### Lőcse

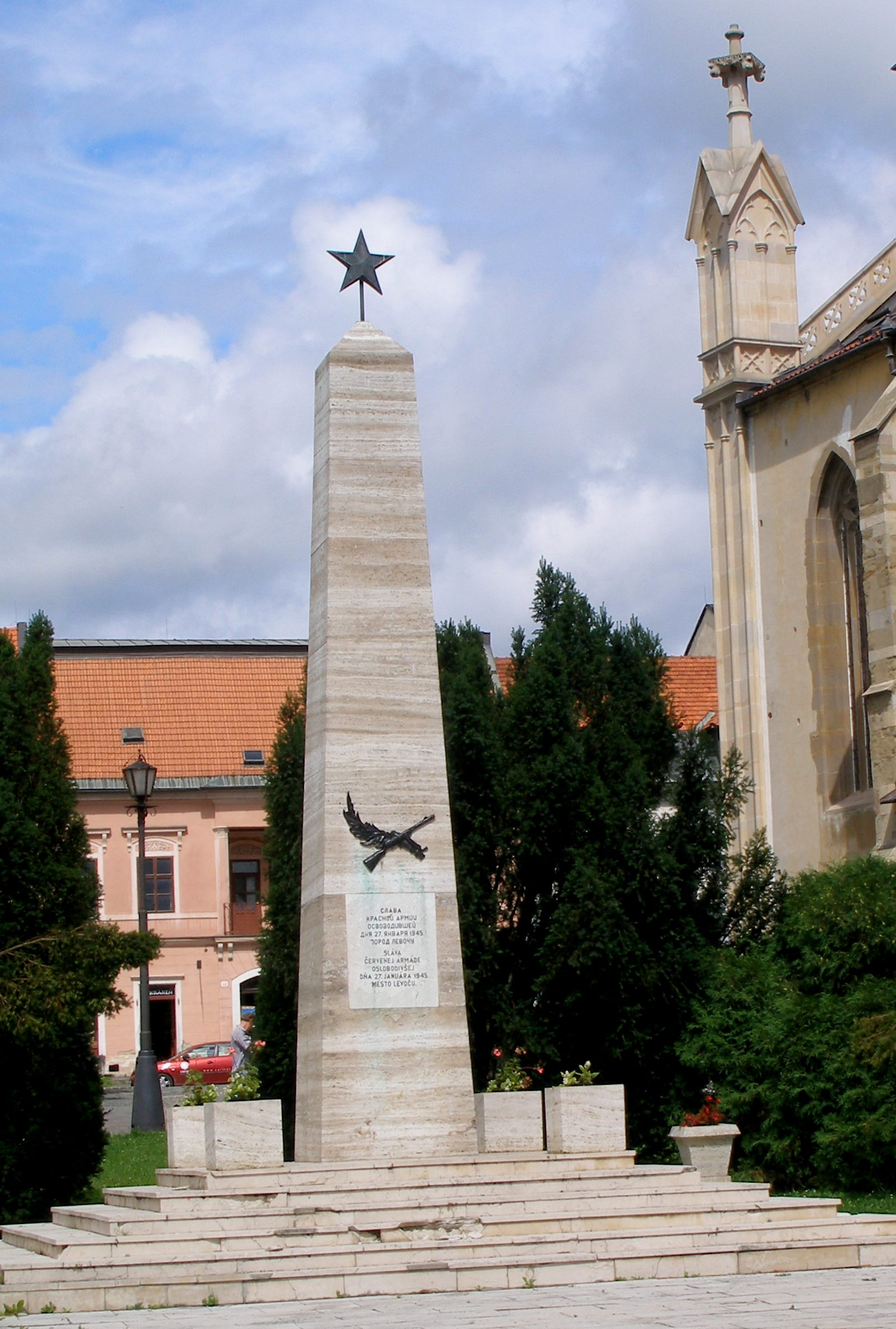
szovjet emlékmű

#### Varannói járás

##### Varannó

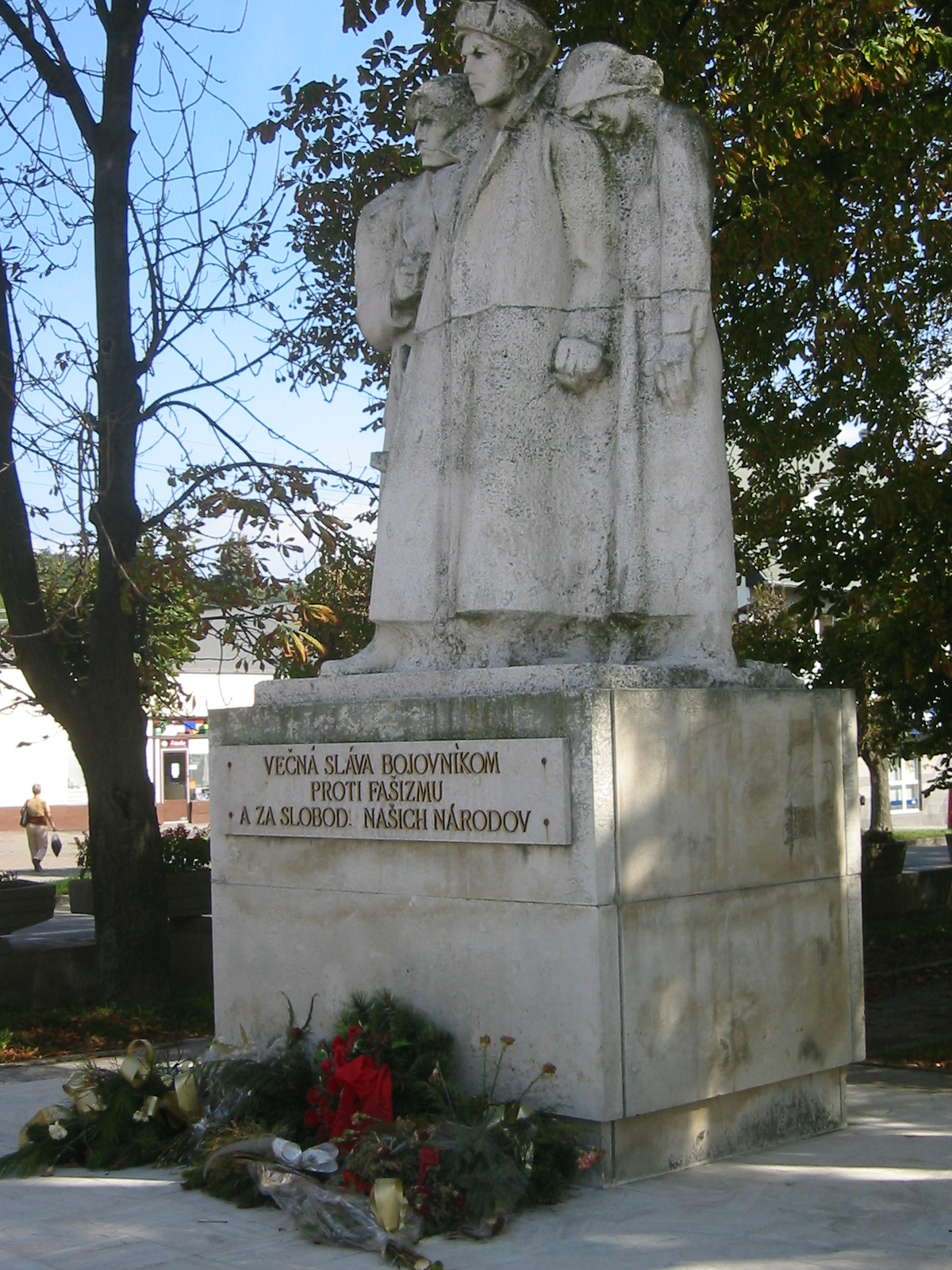
A második világháborús hősök emlékműve

##### Henclófalva

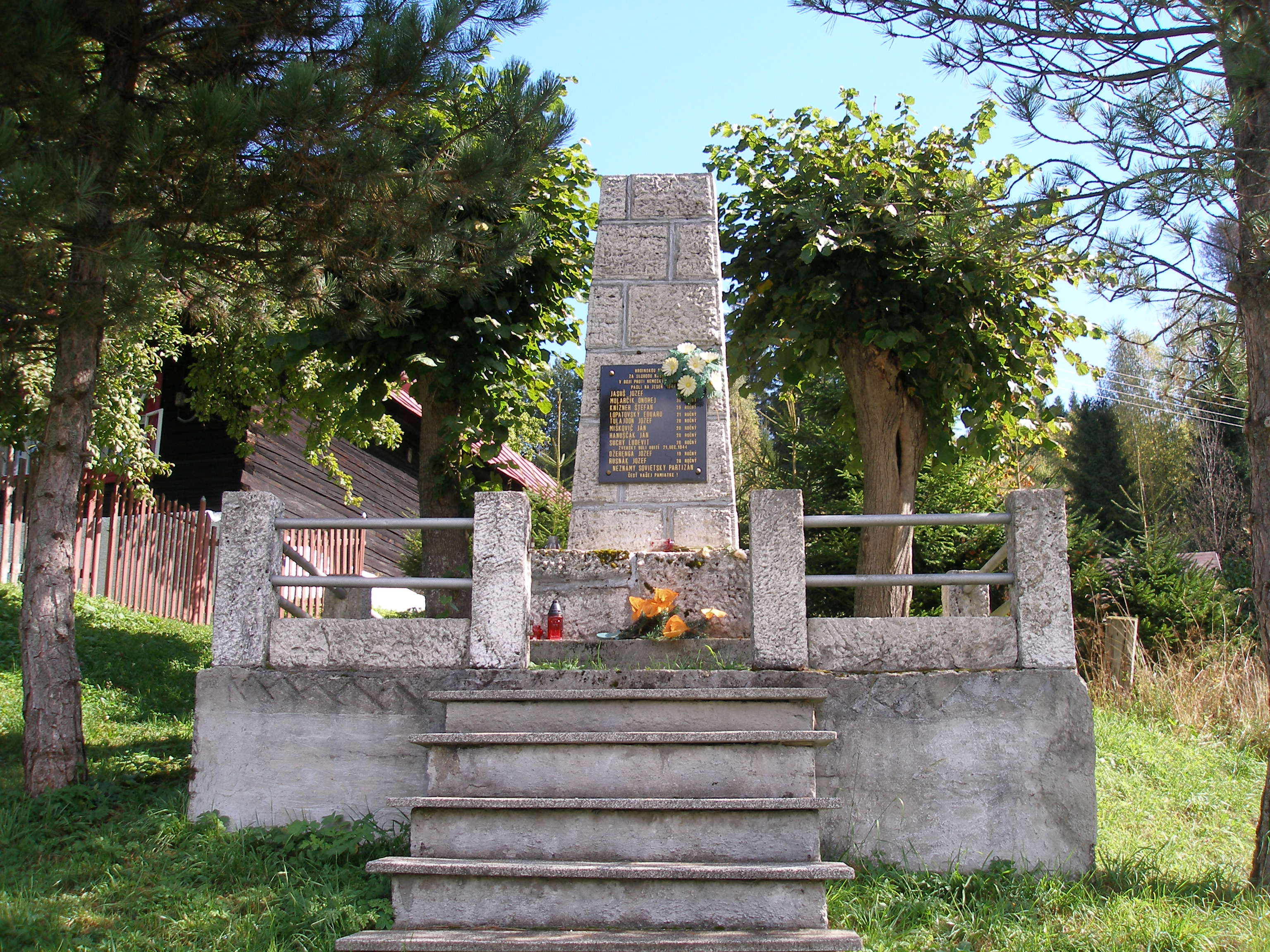
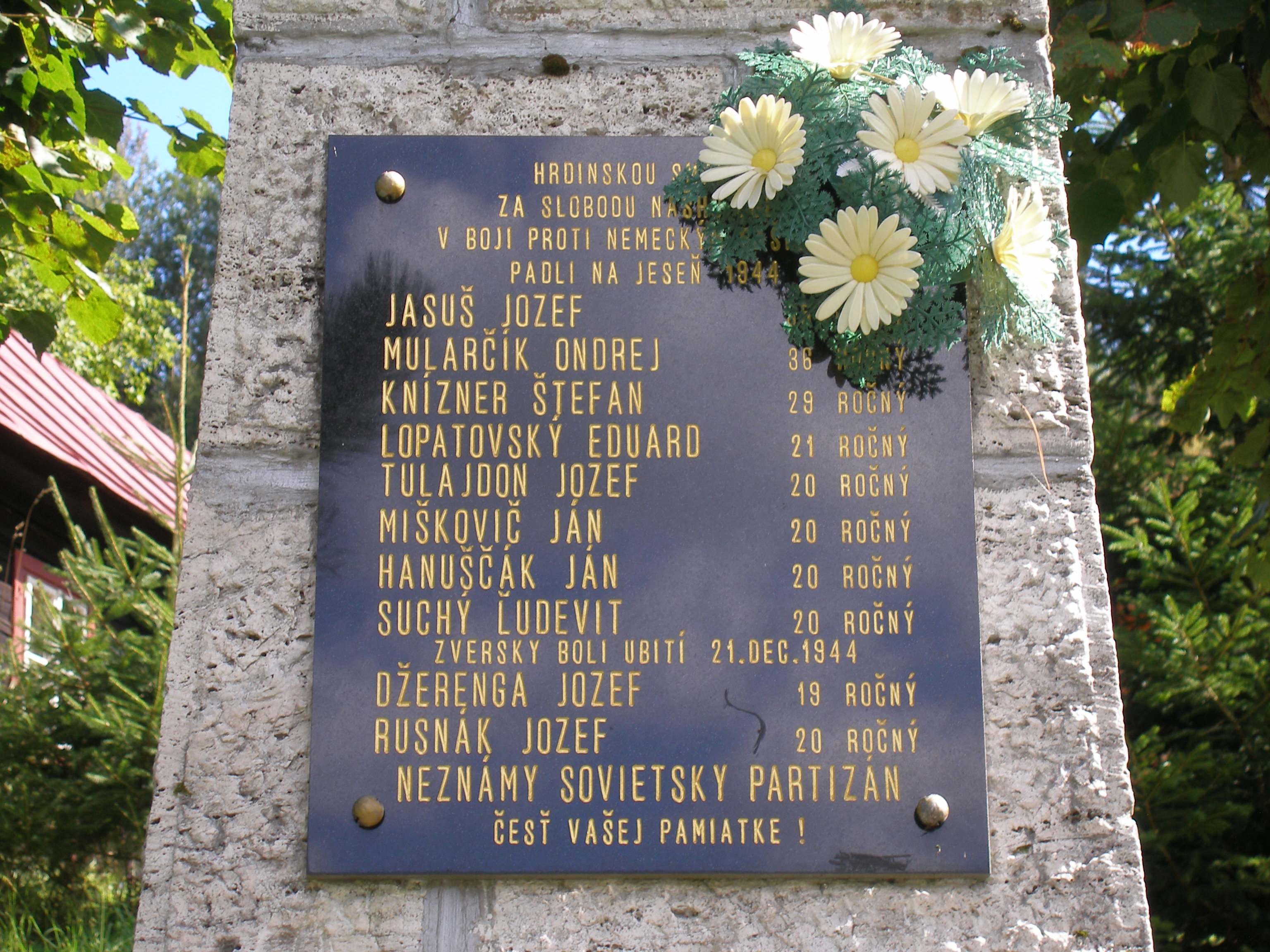

##### Kojsó

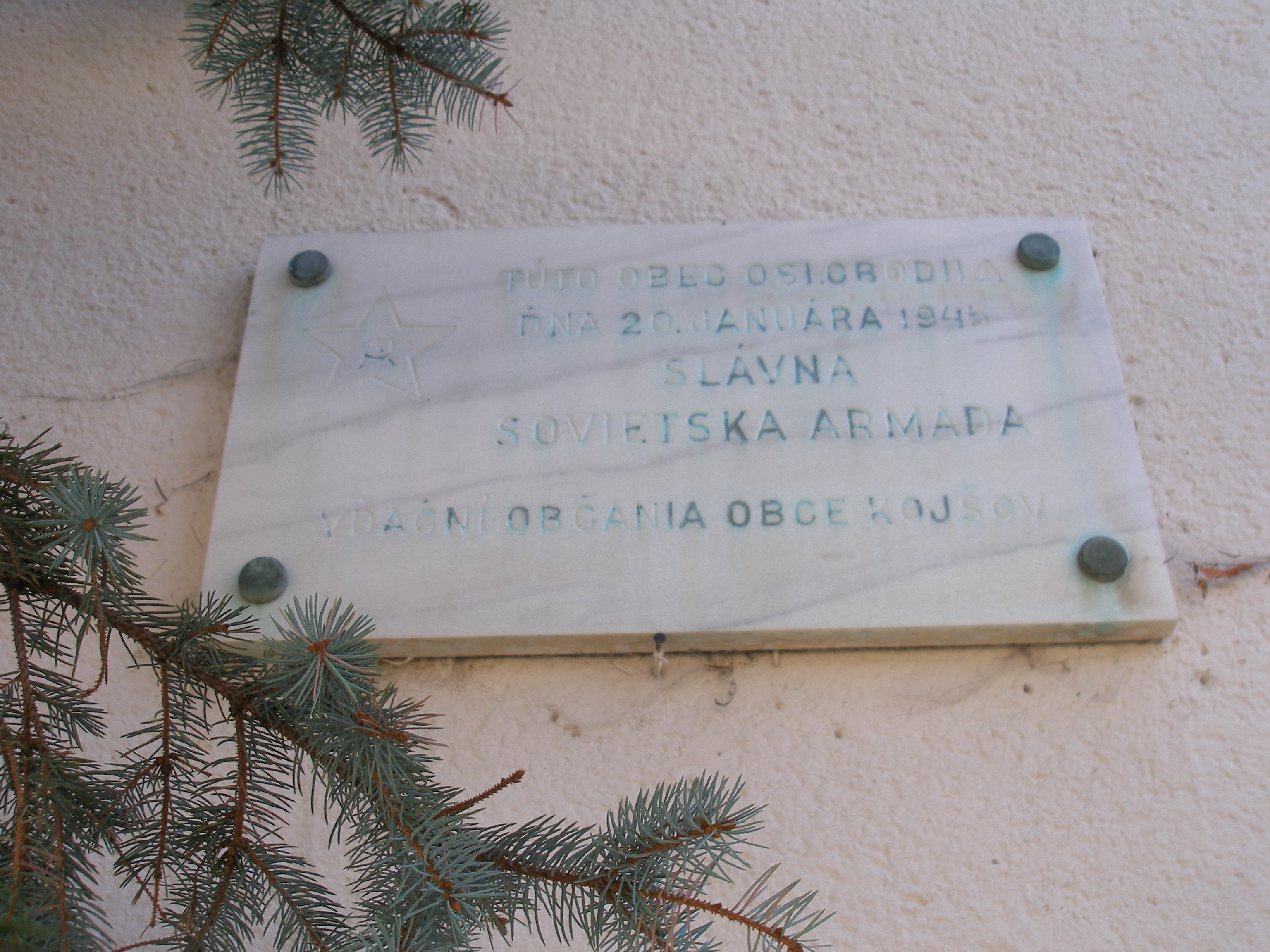
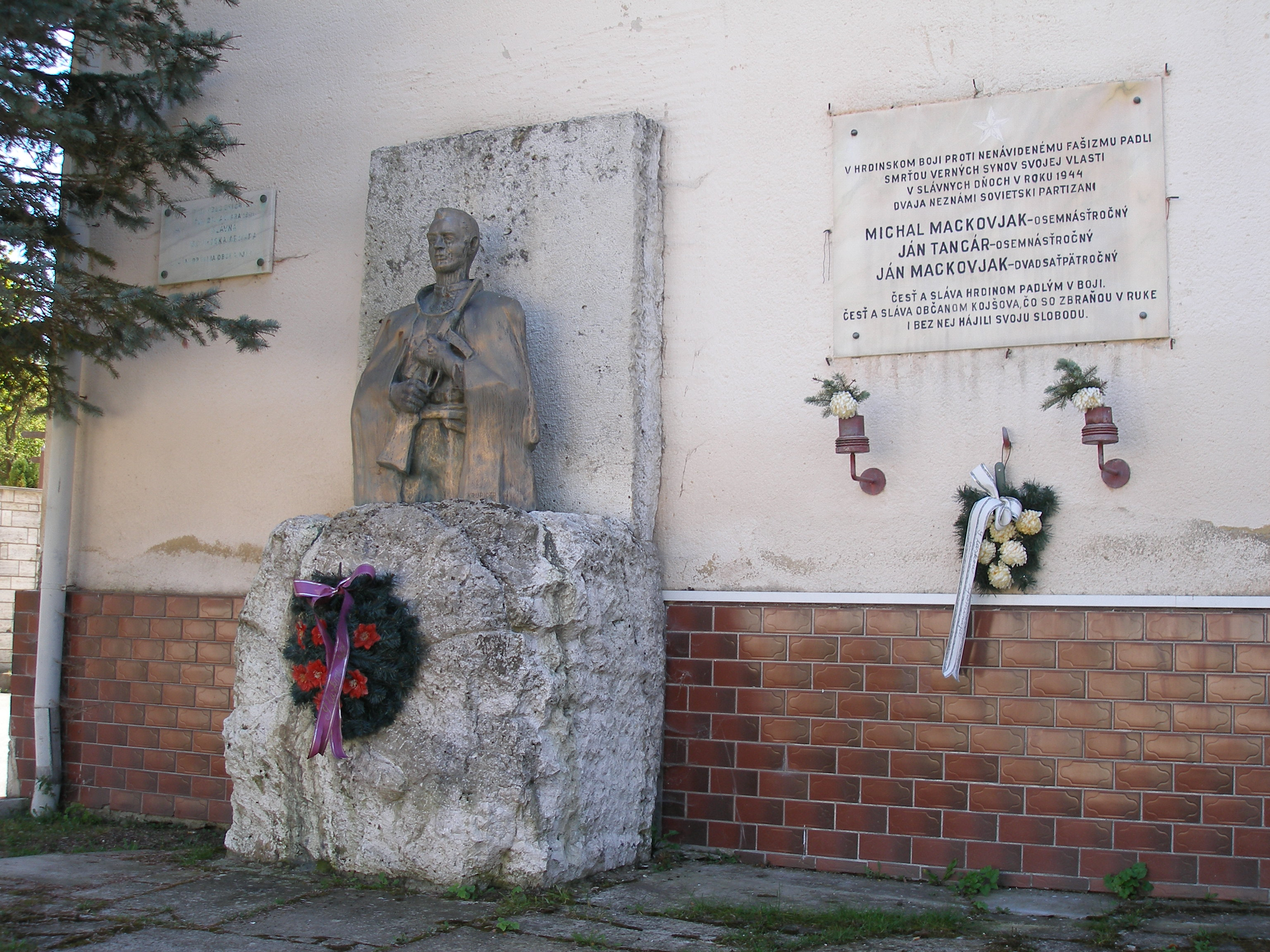

##### Margitfalva

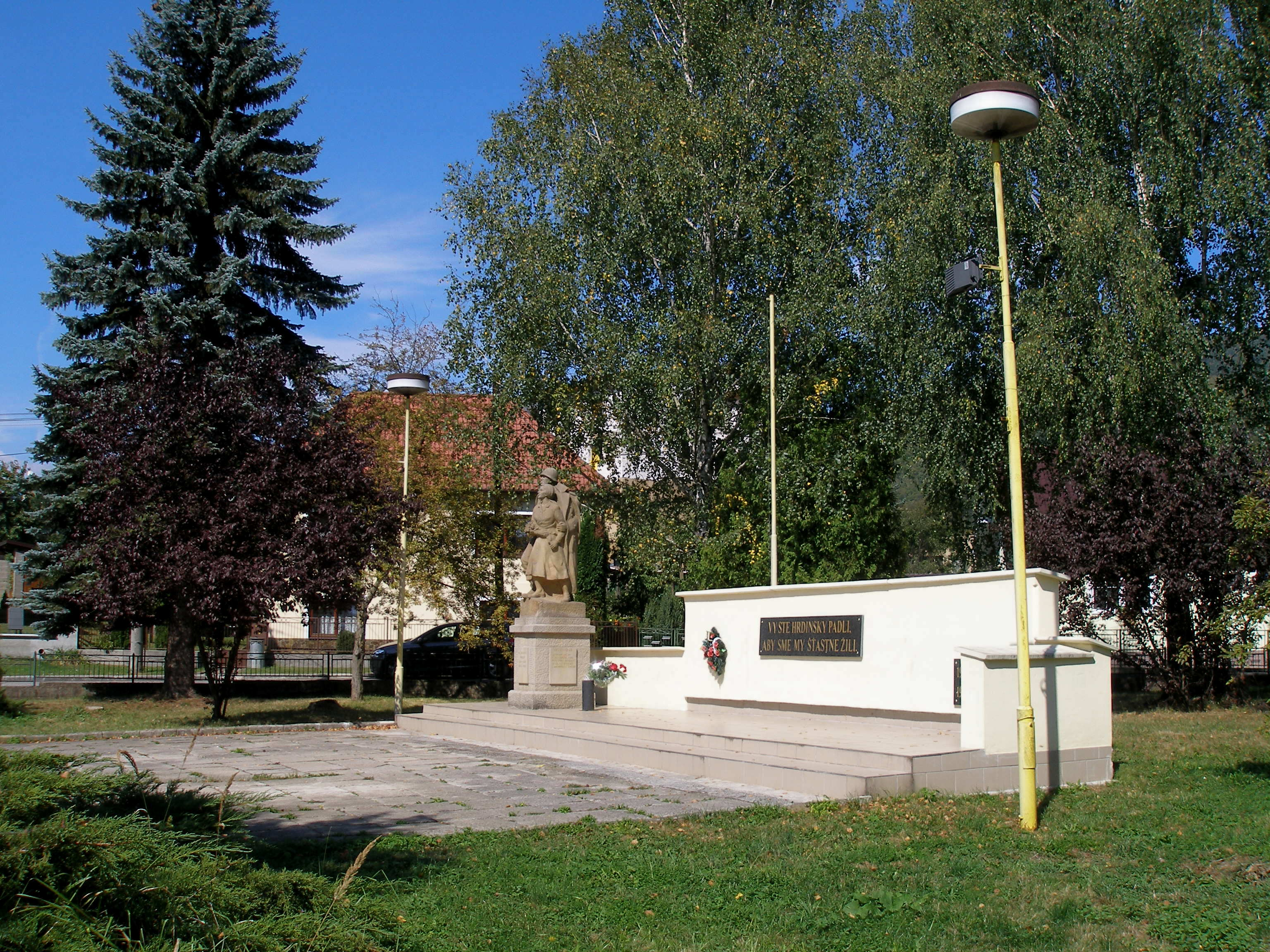
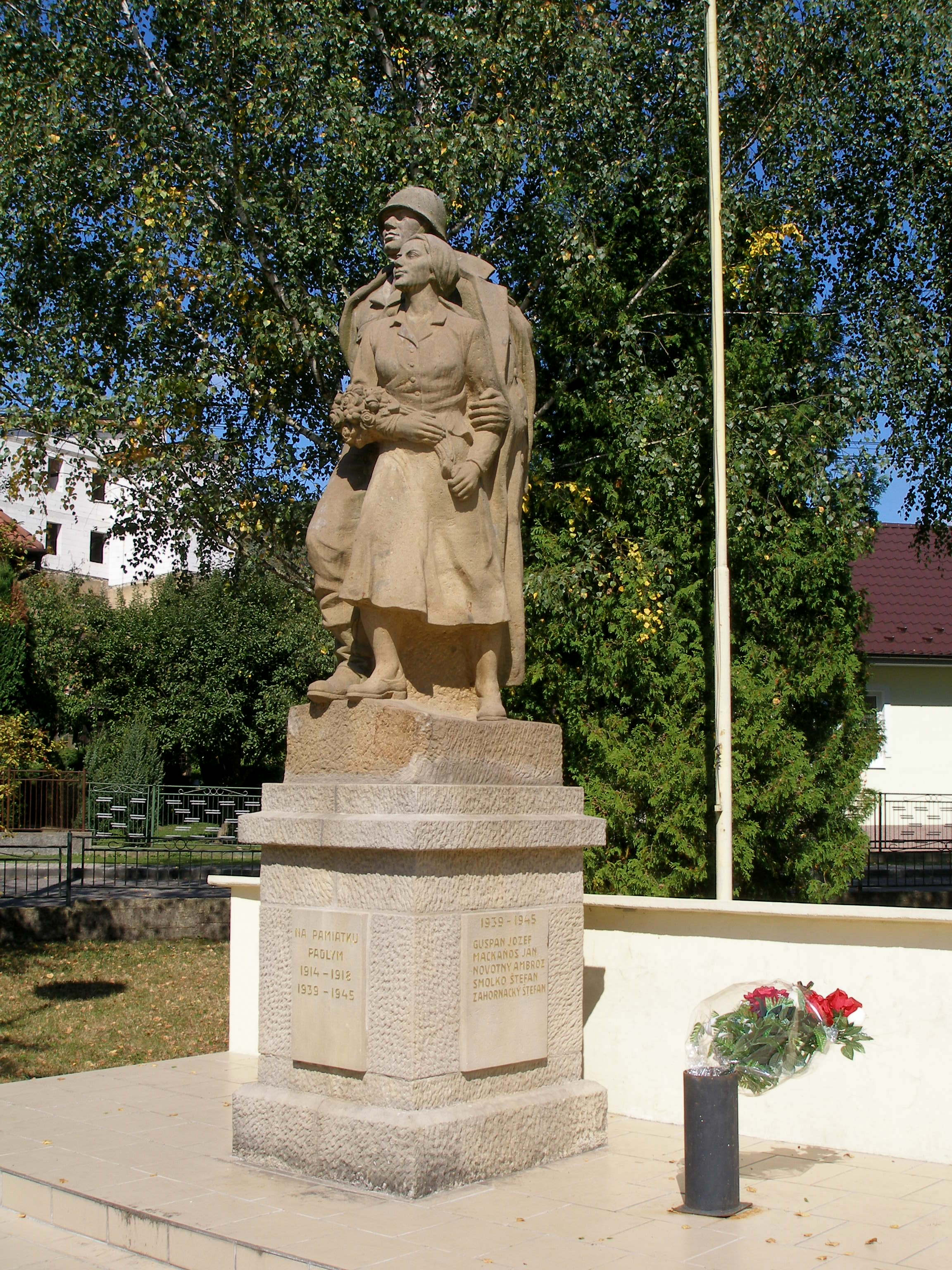
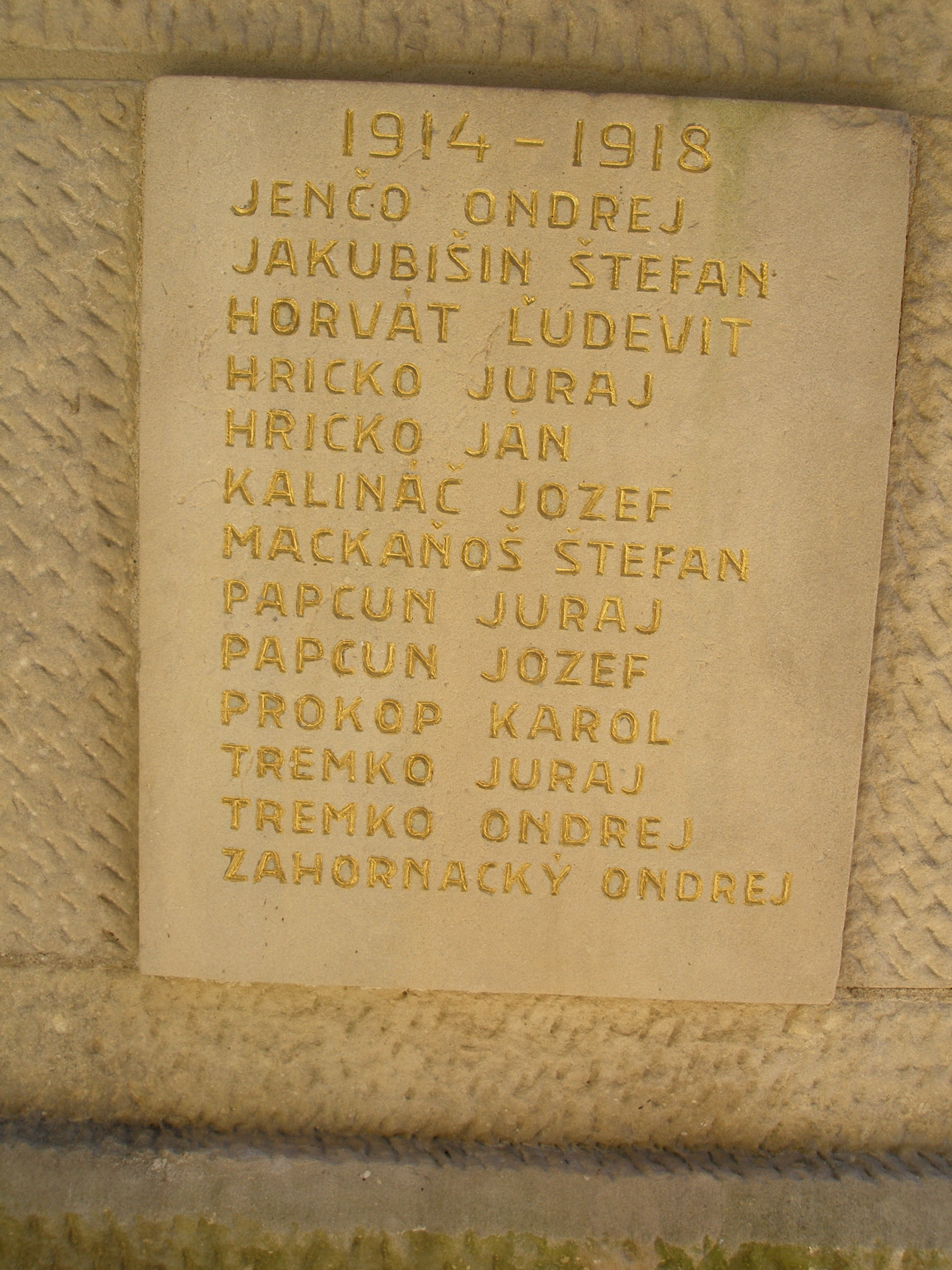
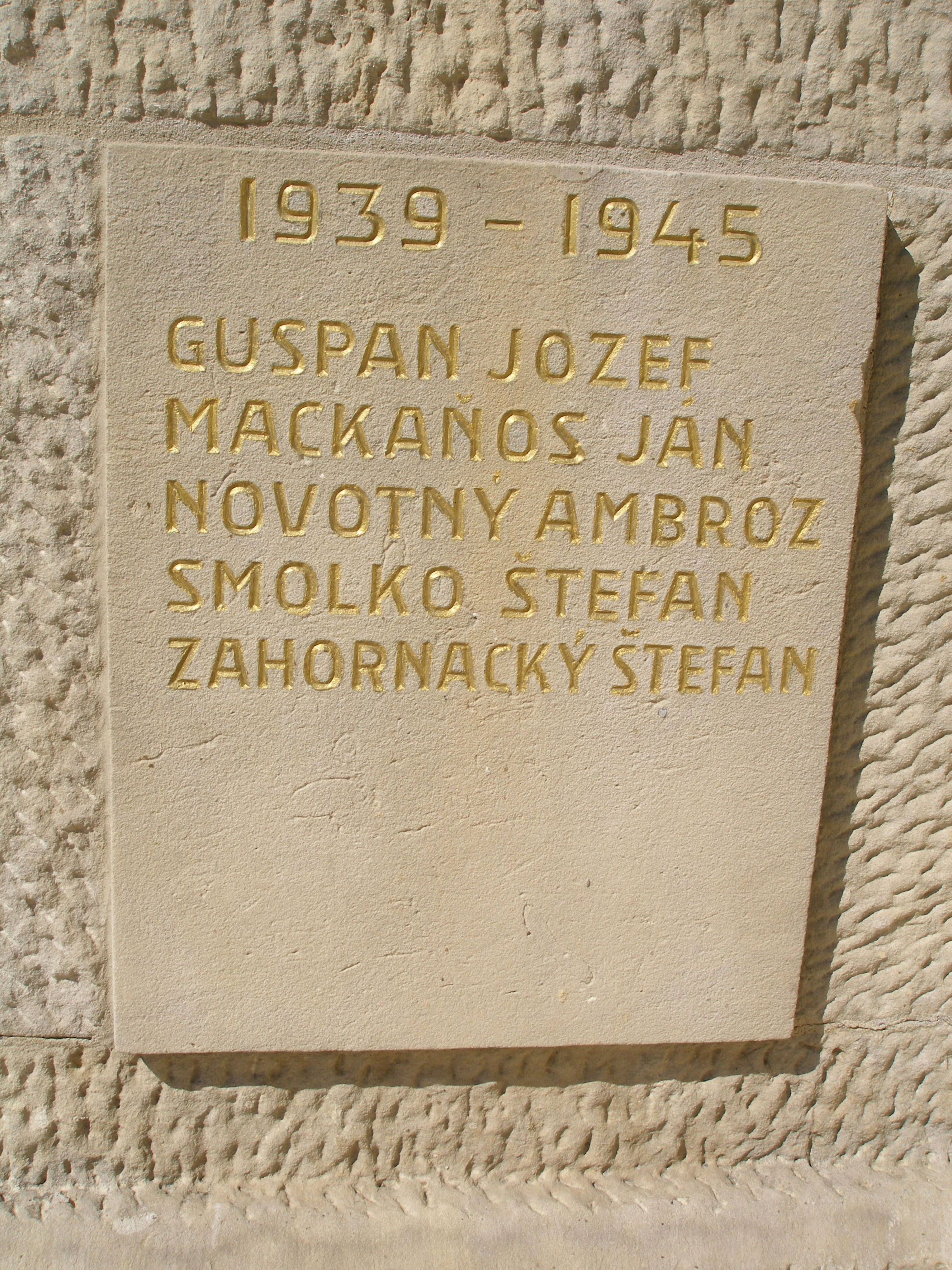

##### Merény

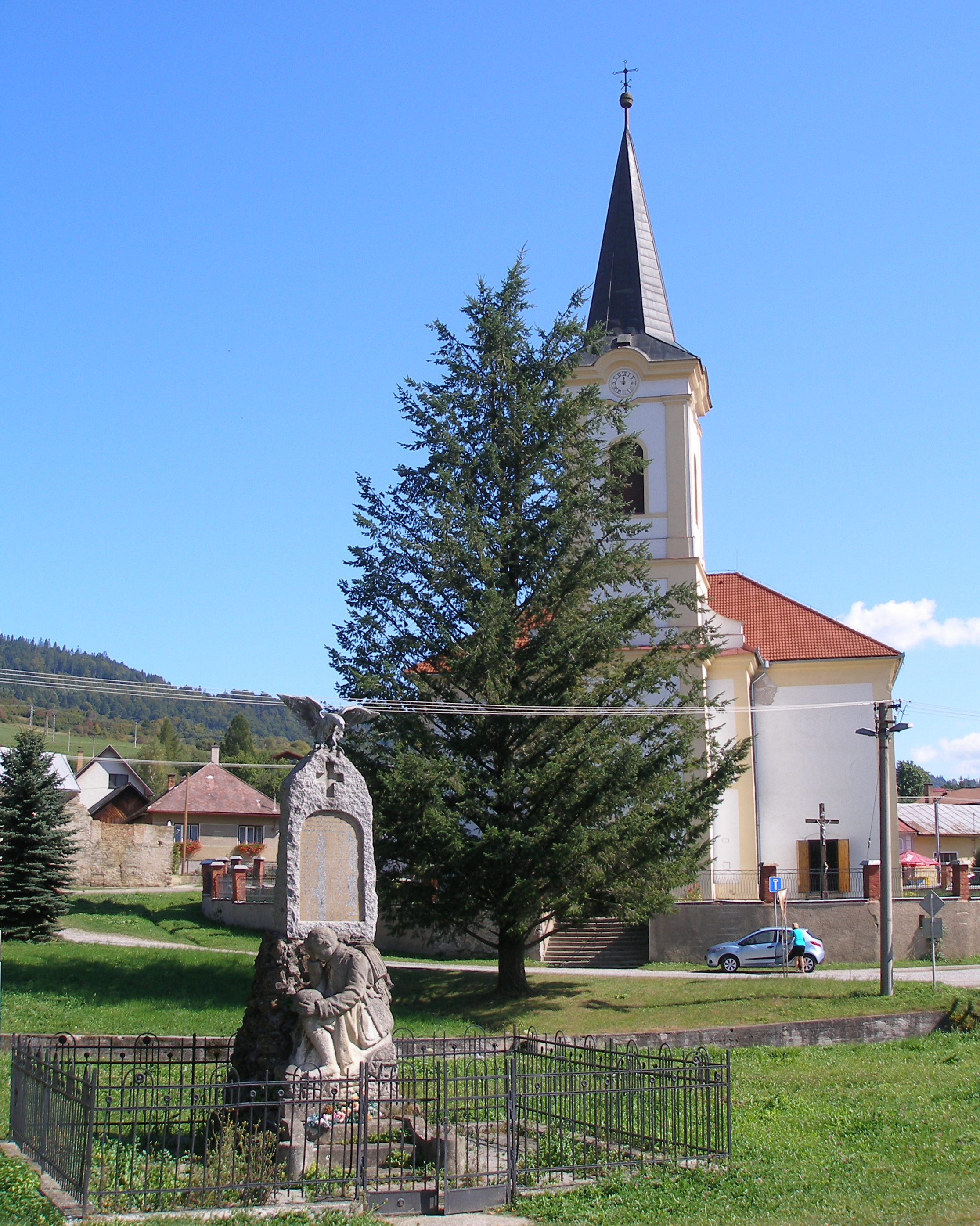

##### Nagykuncfalva

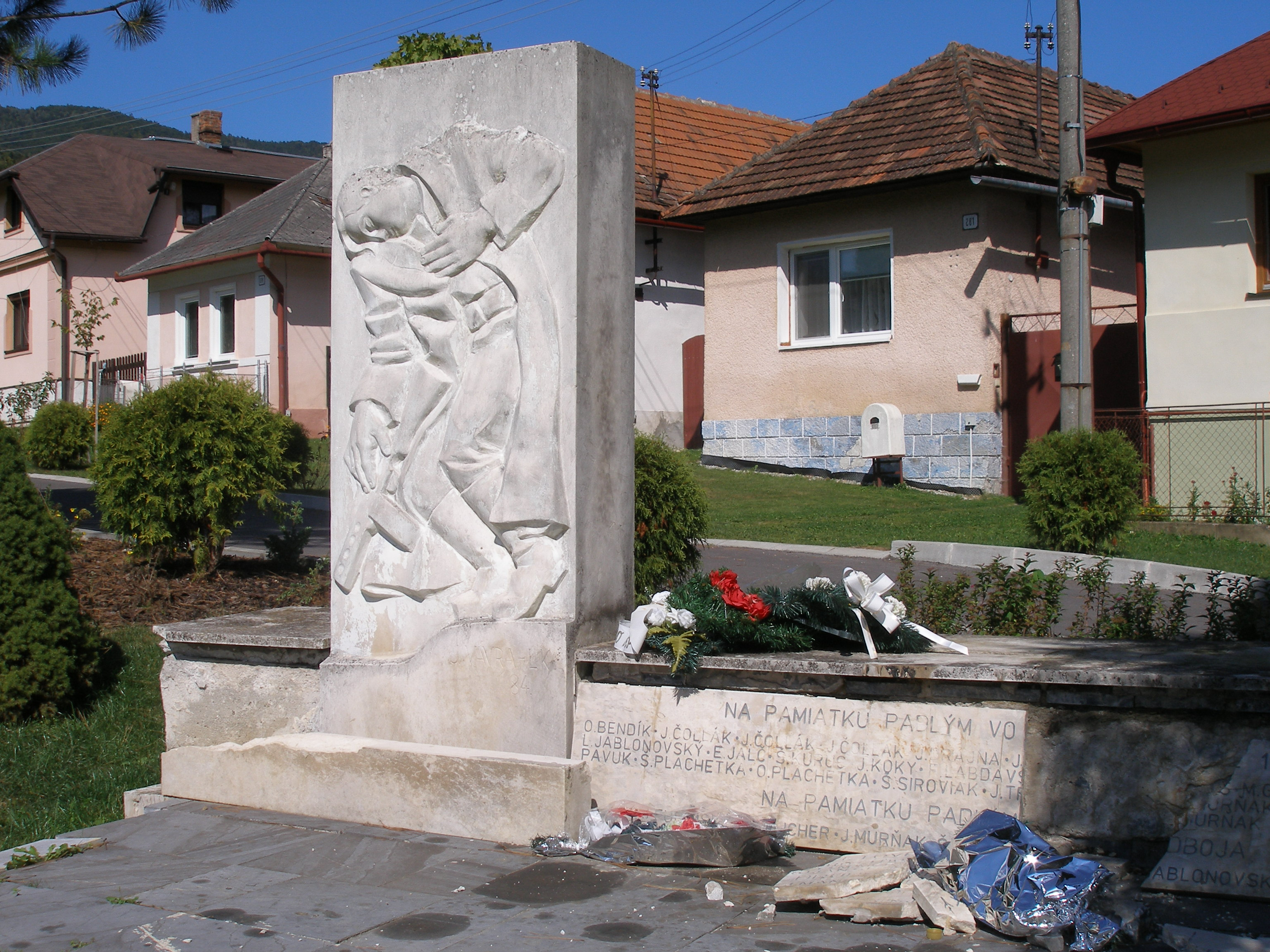

##### Svedlér

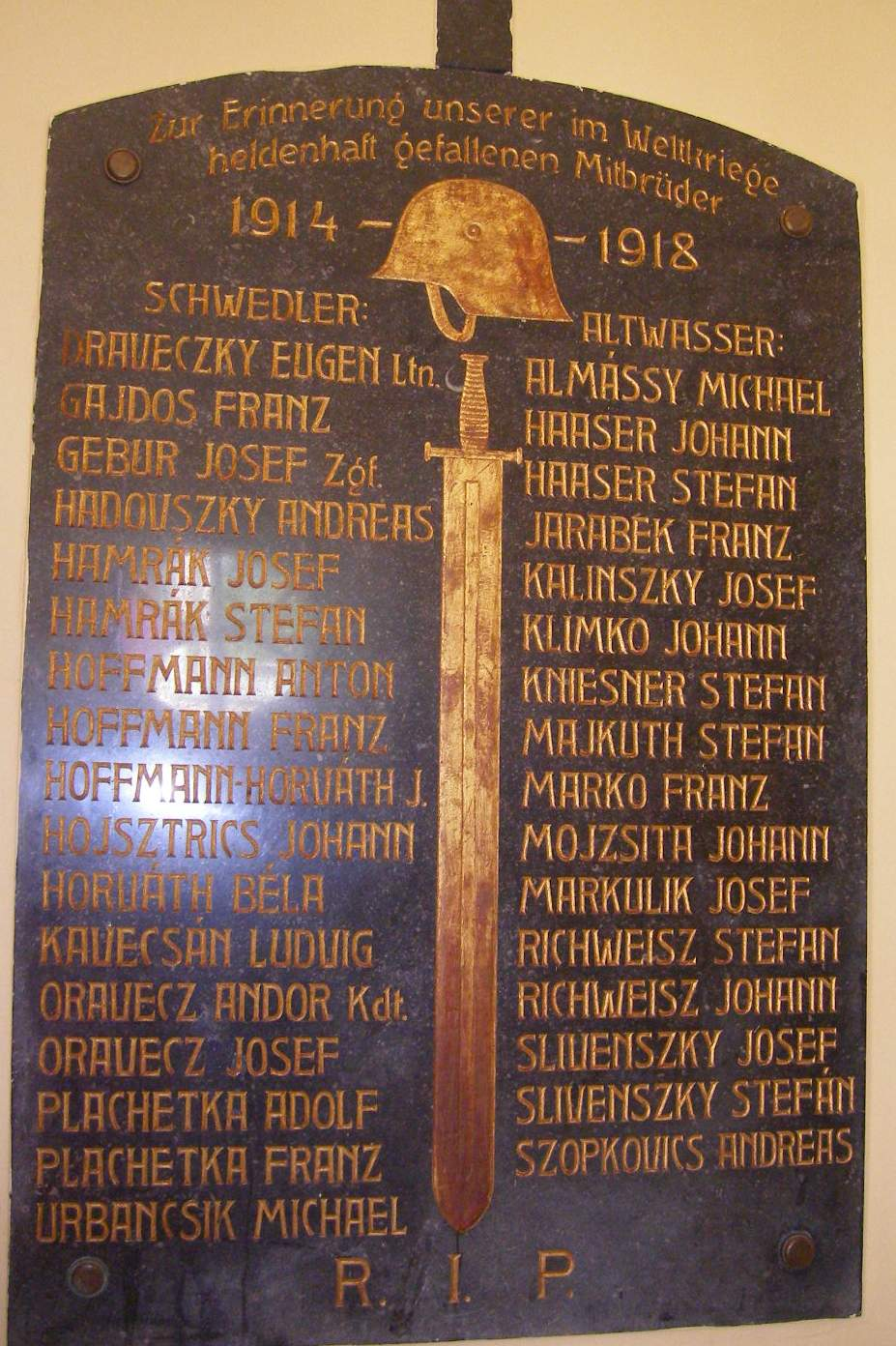

##### Zakárfalva

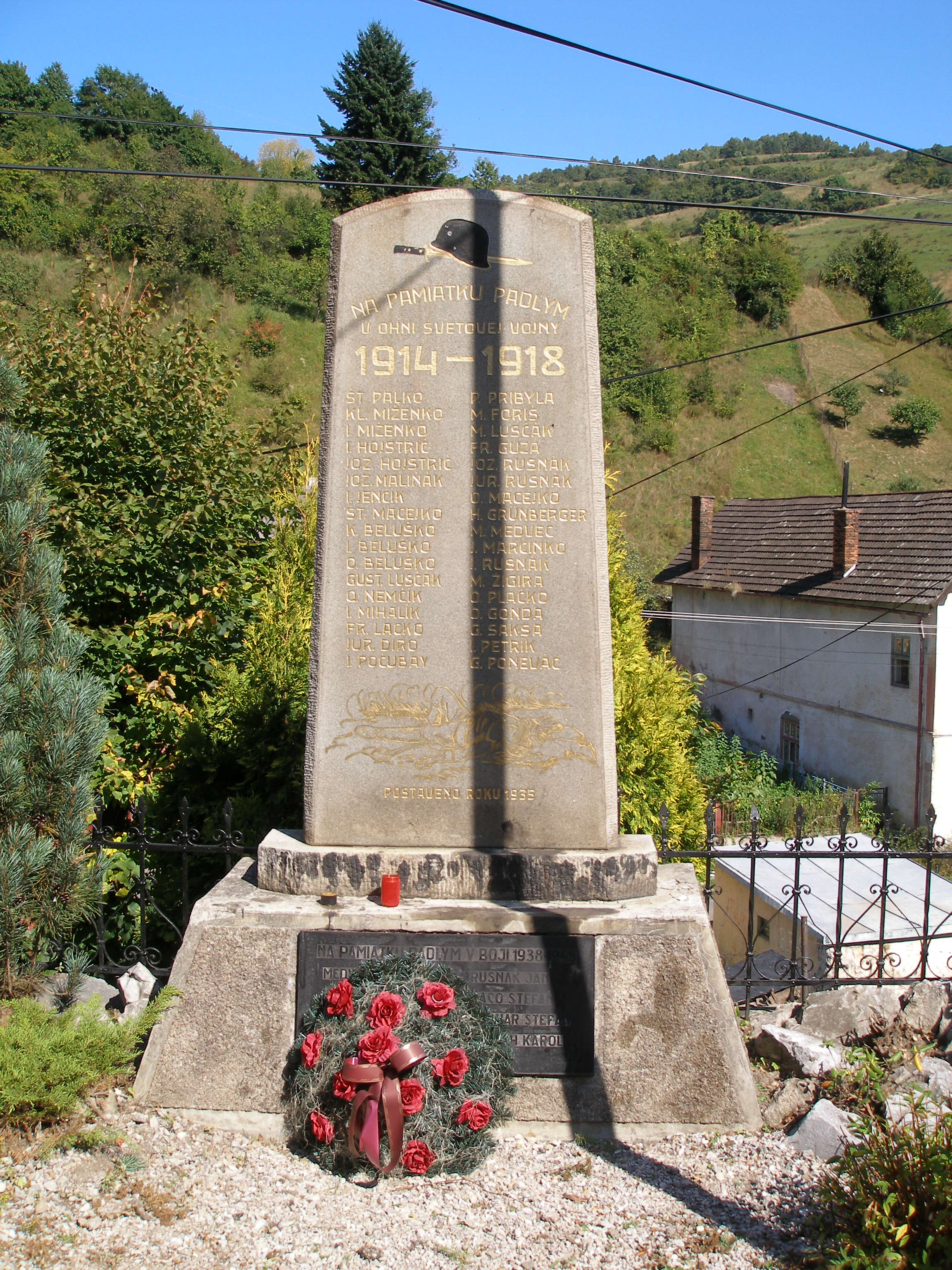

##### Korompa

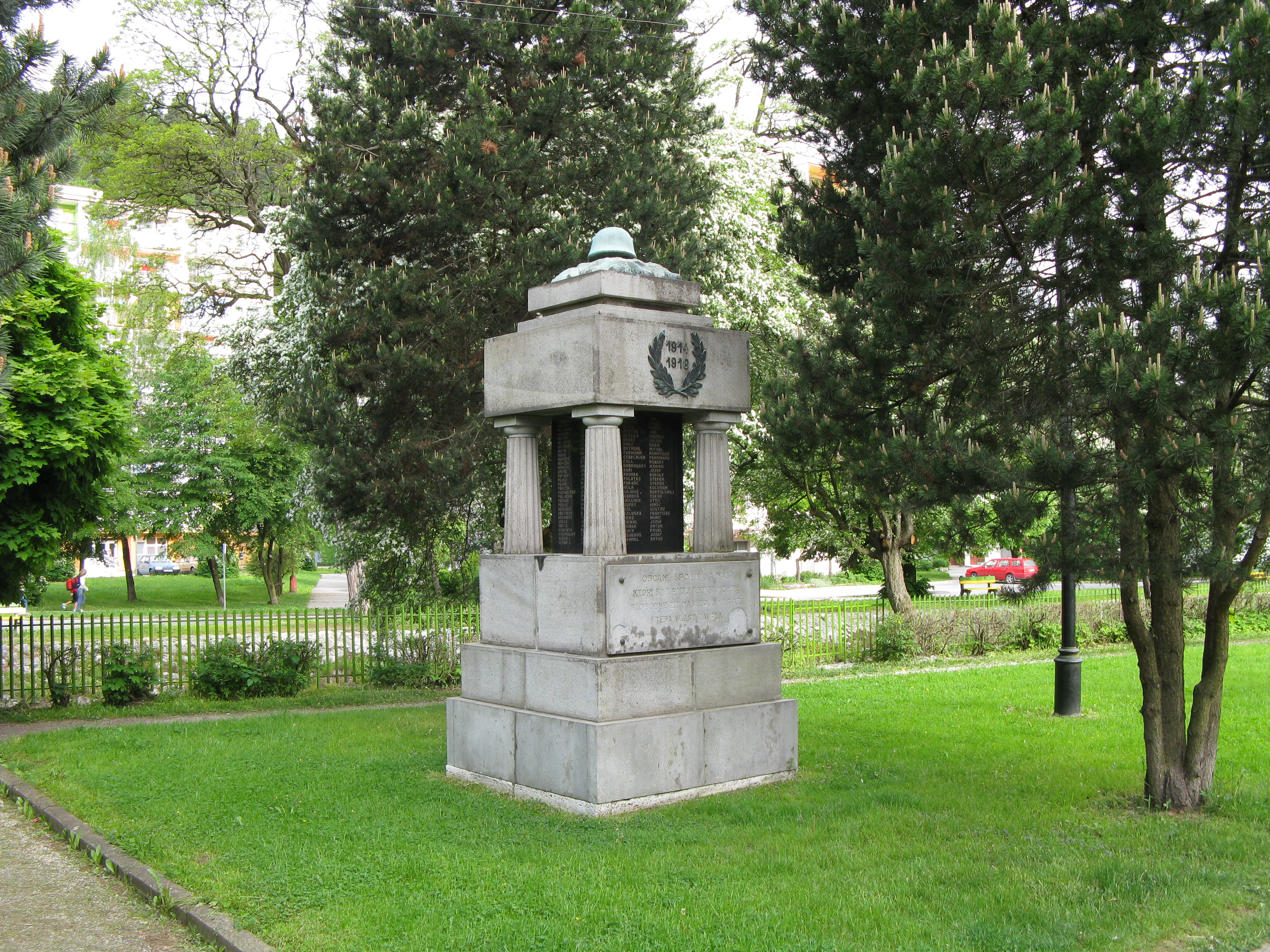

##### Abara

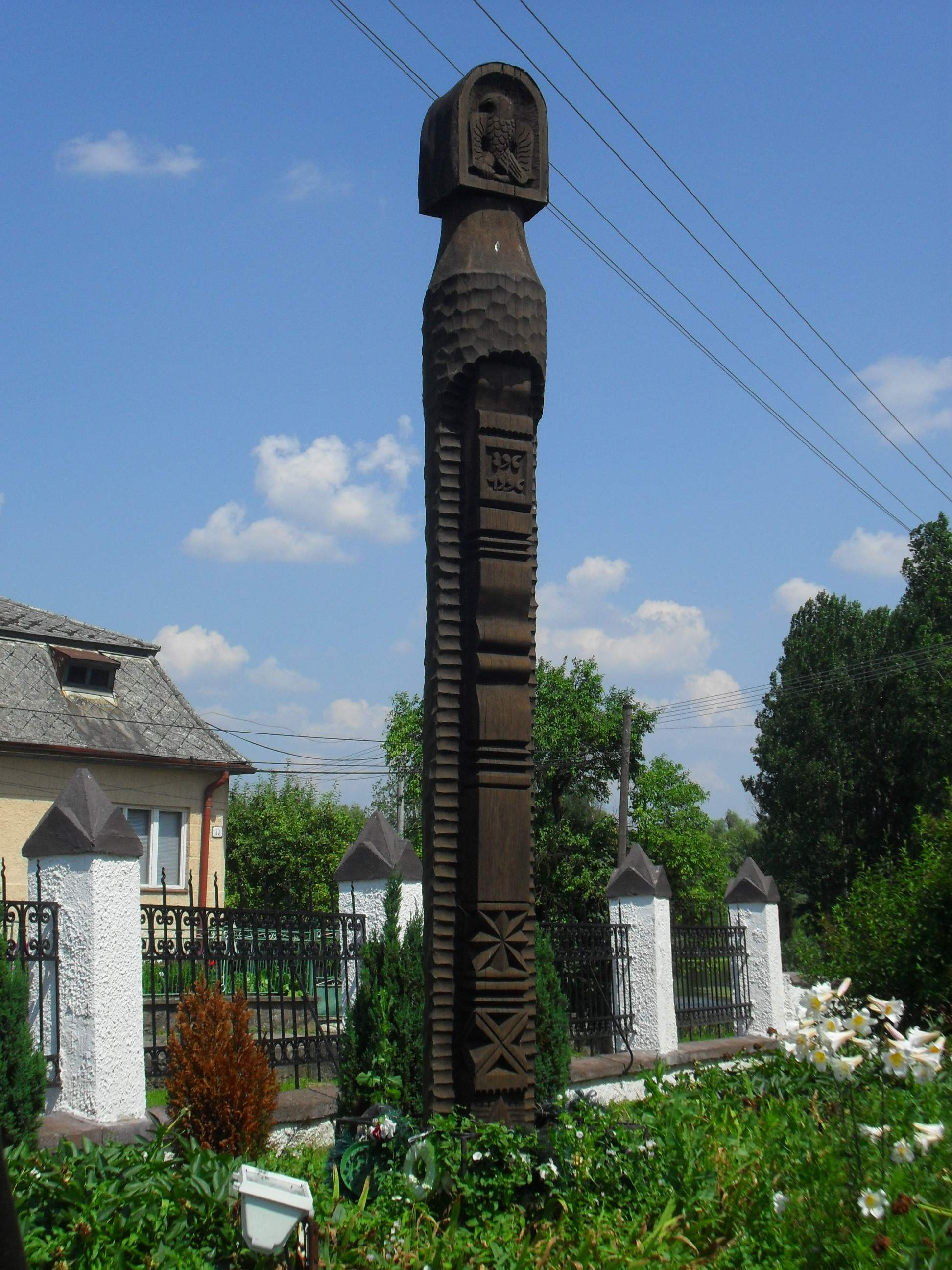

##### Nagyráska

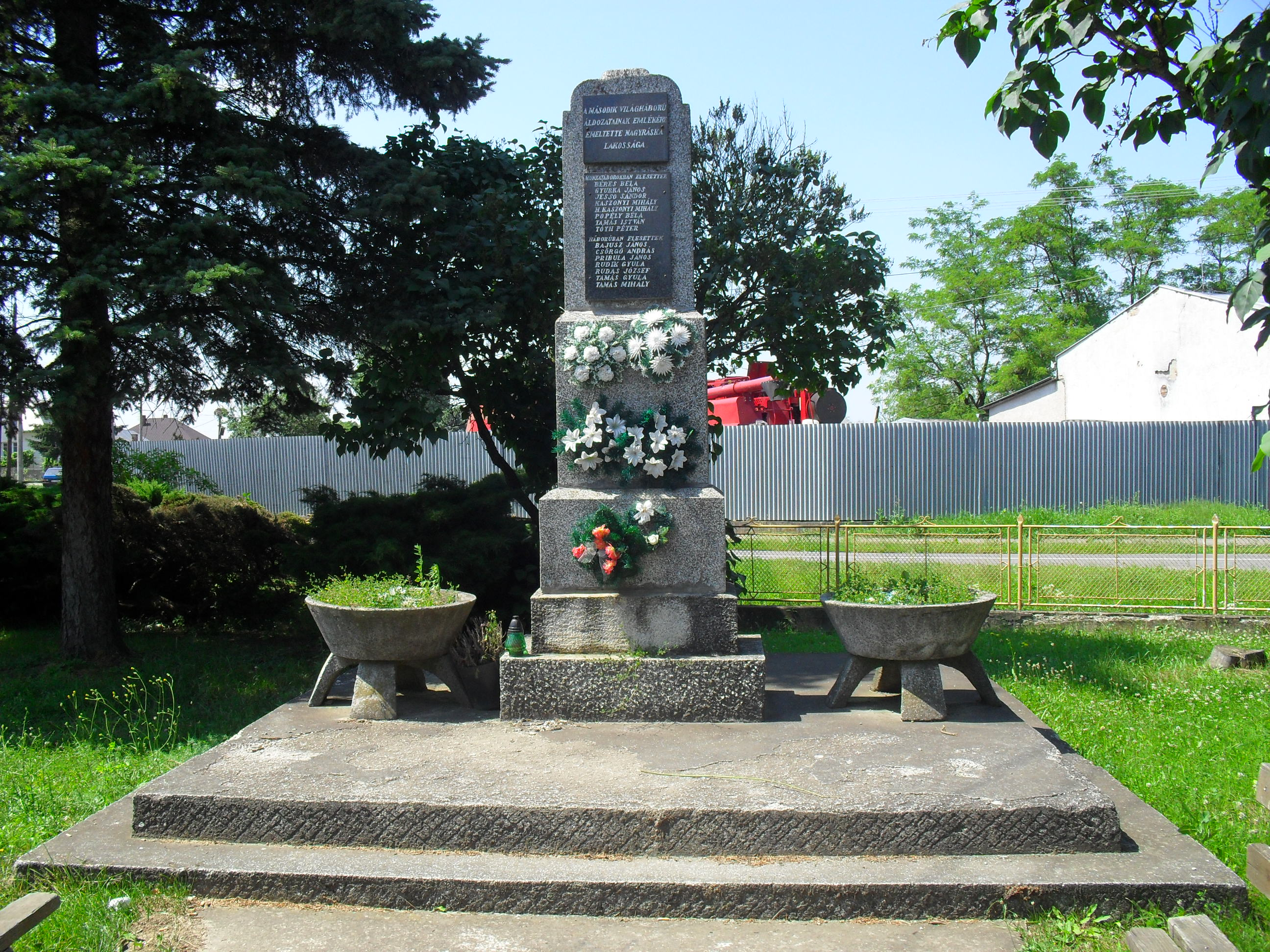

##### Vaján

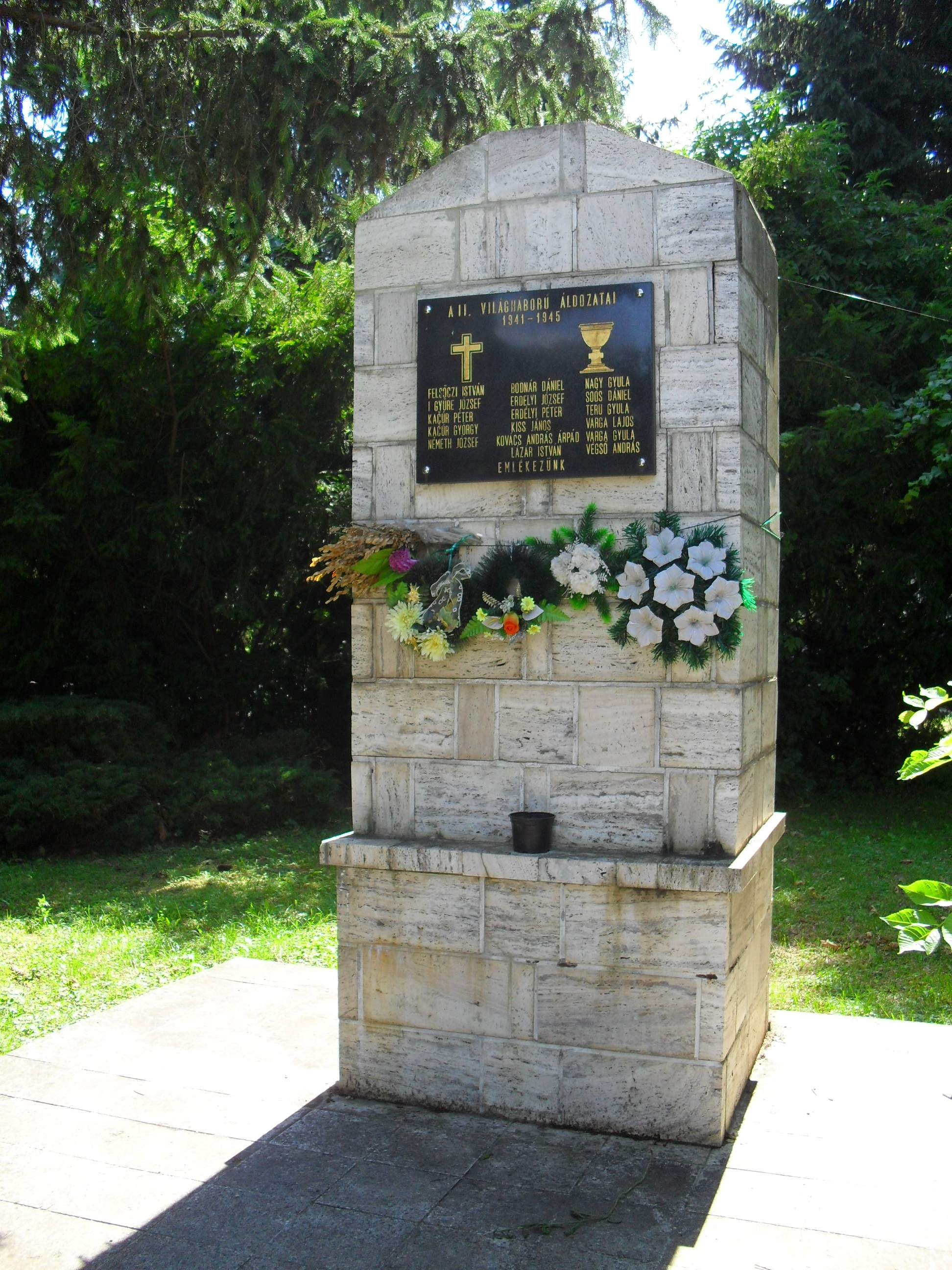

##### Alsósajó

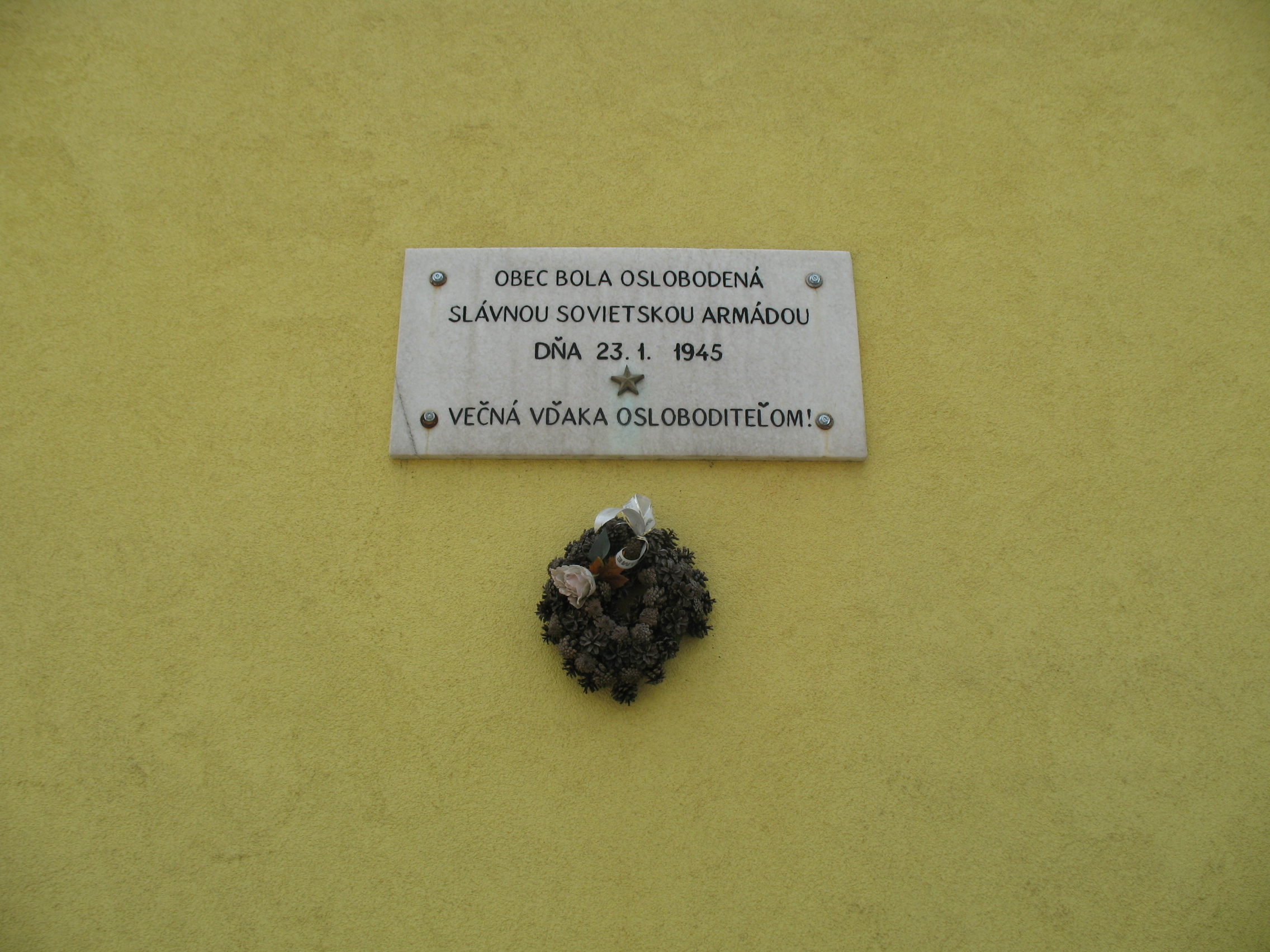
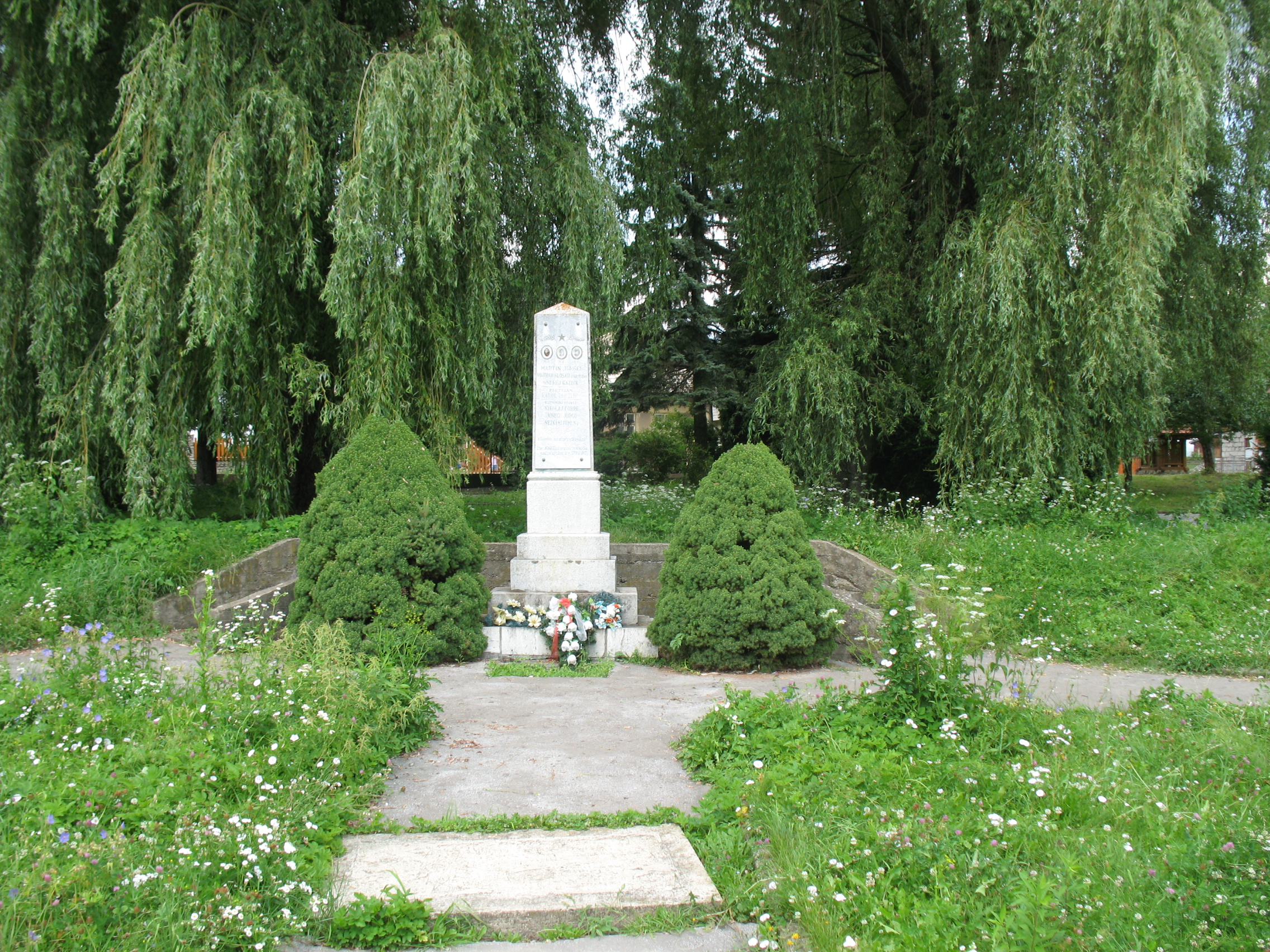
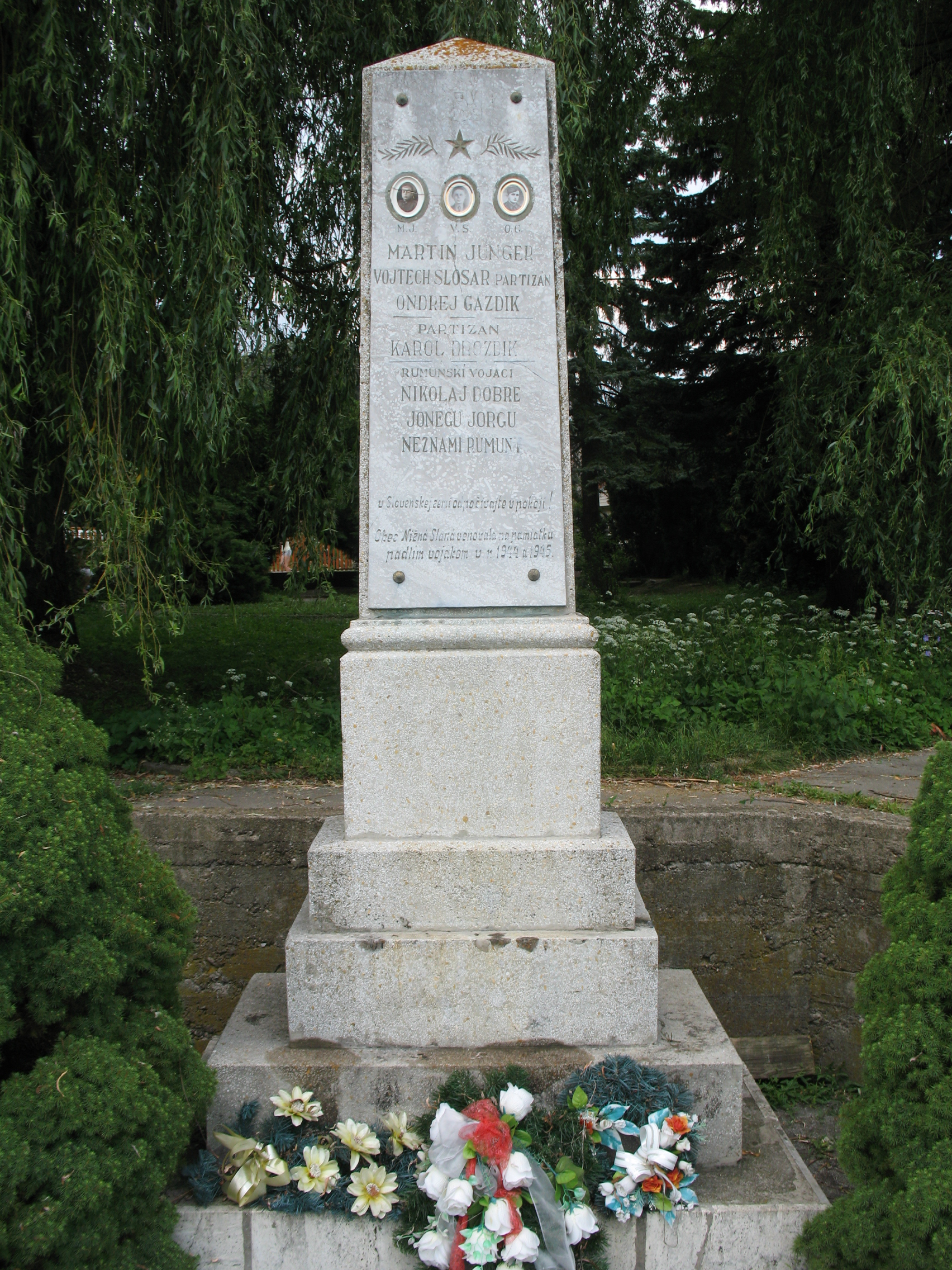

##### Beretke

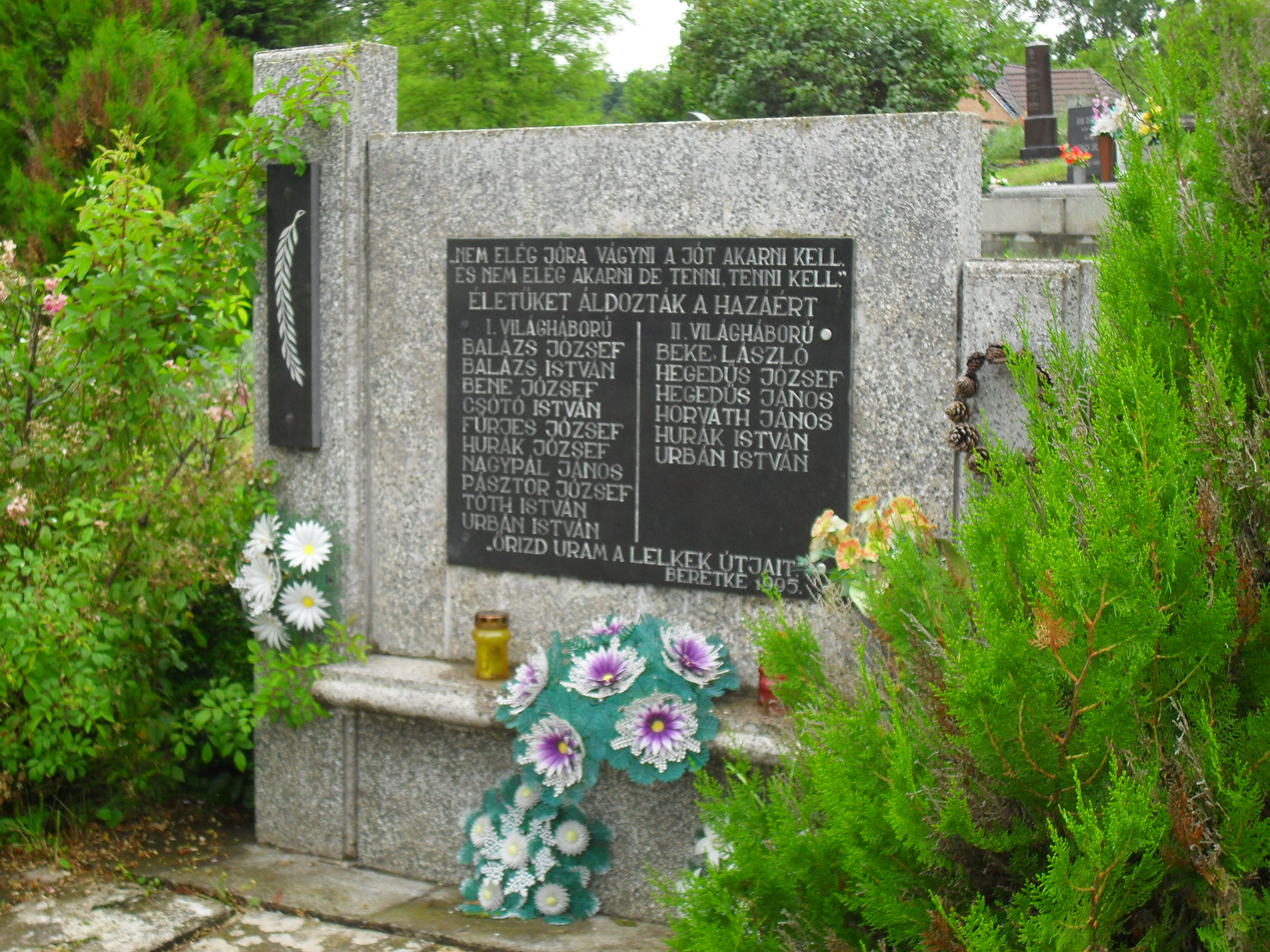

##### Berzéte

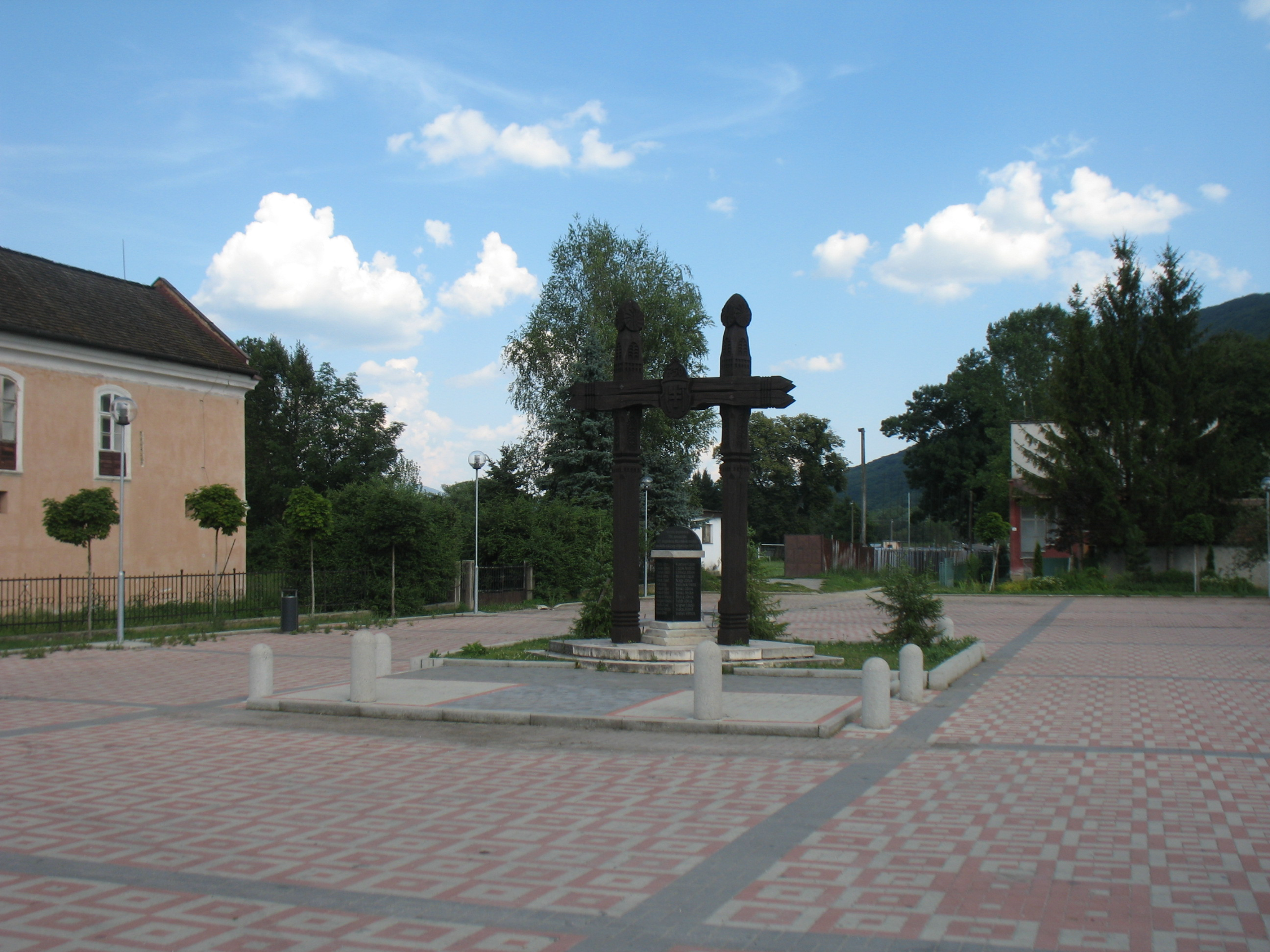
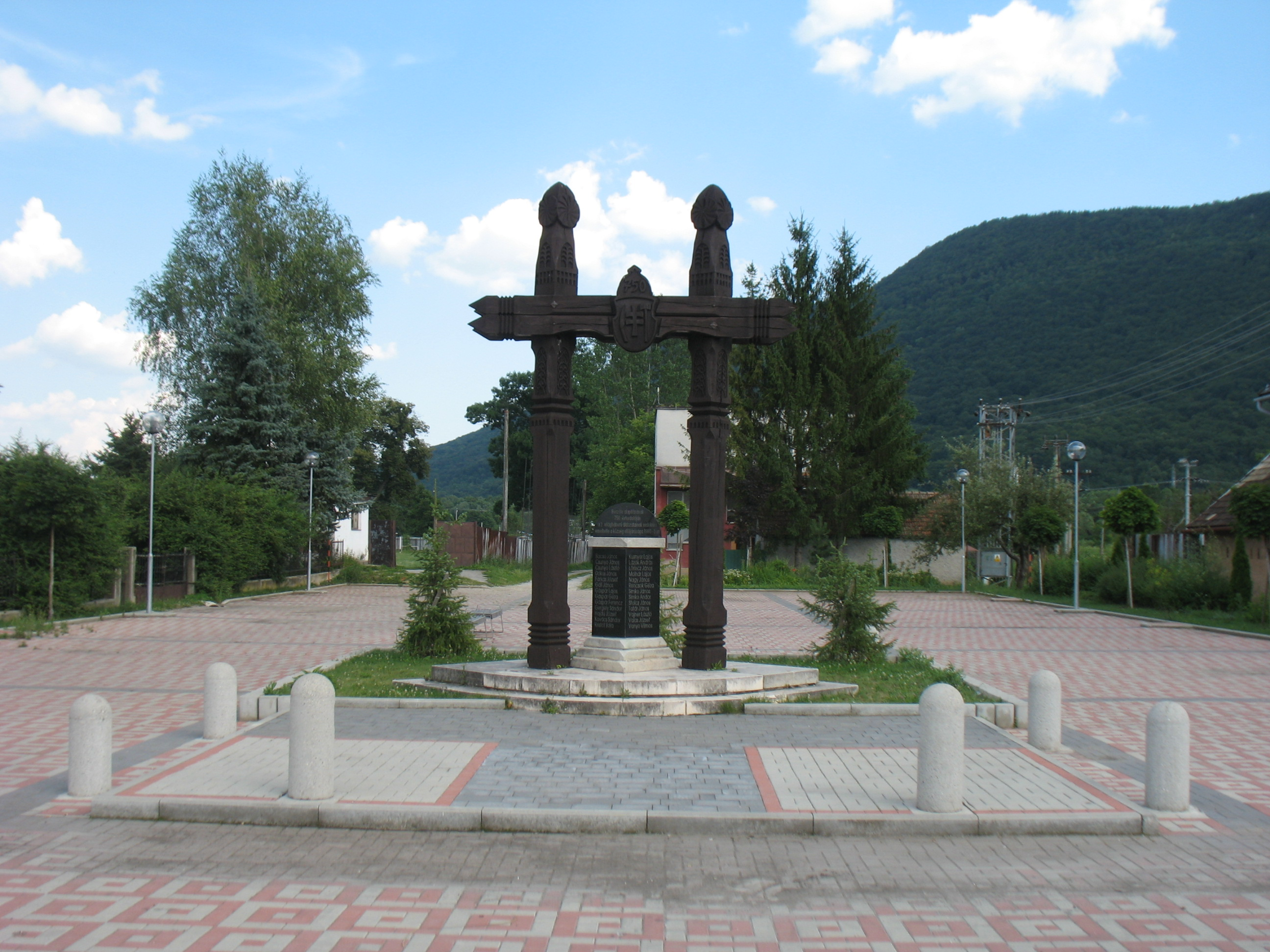

##### Gócs

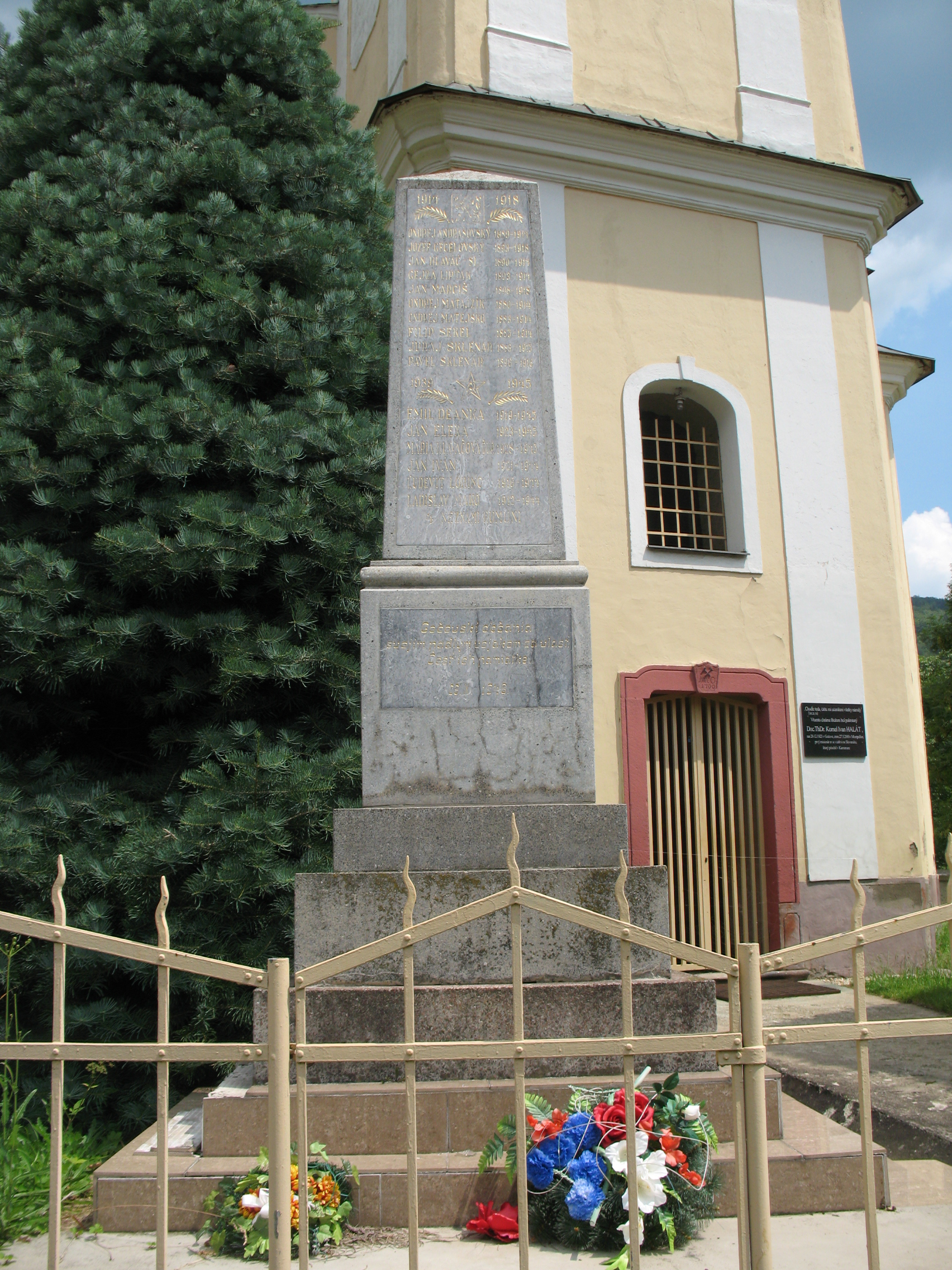

##### Gömörpanyit

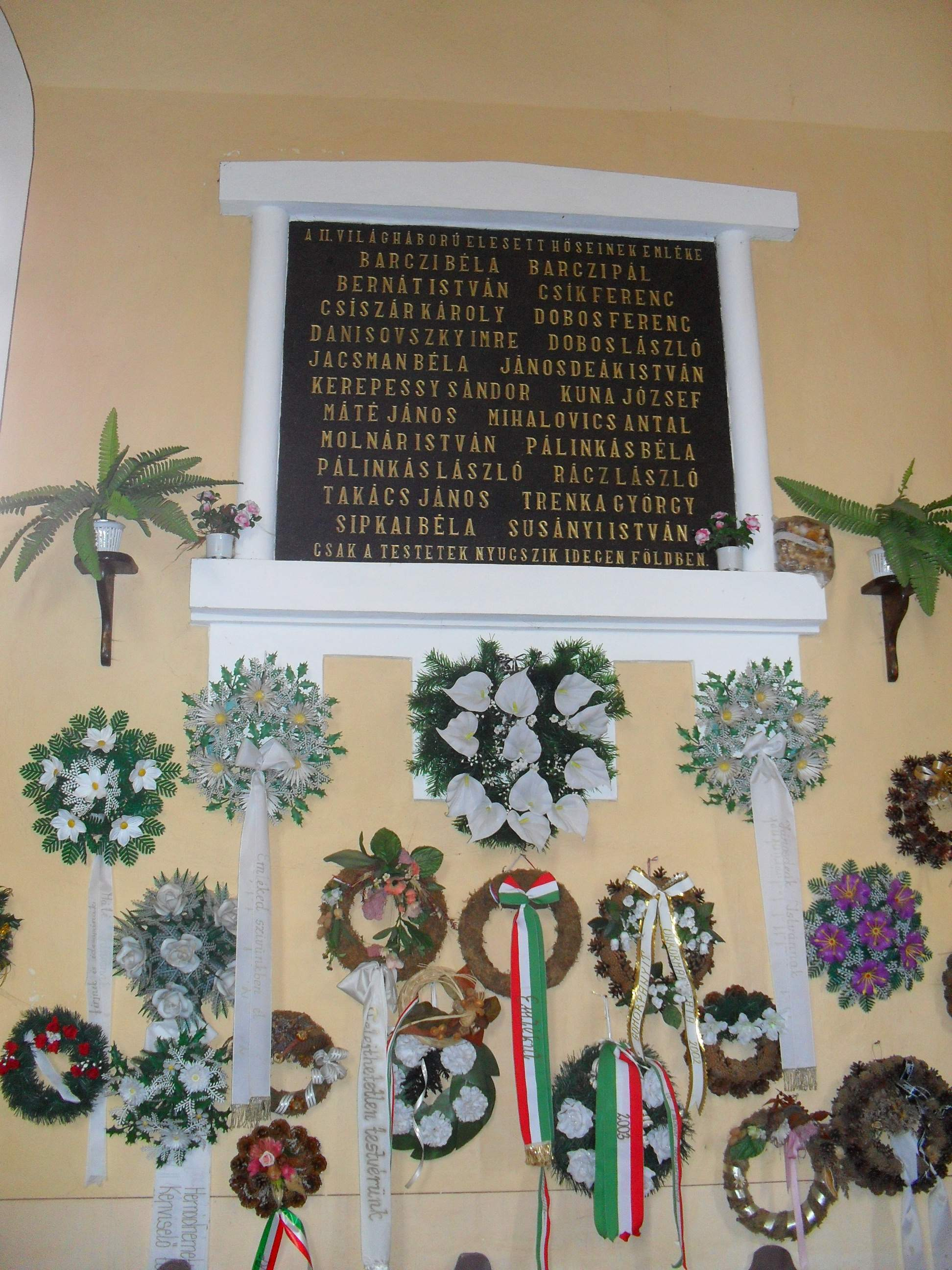

##### Krasznahorkaváralja

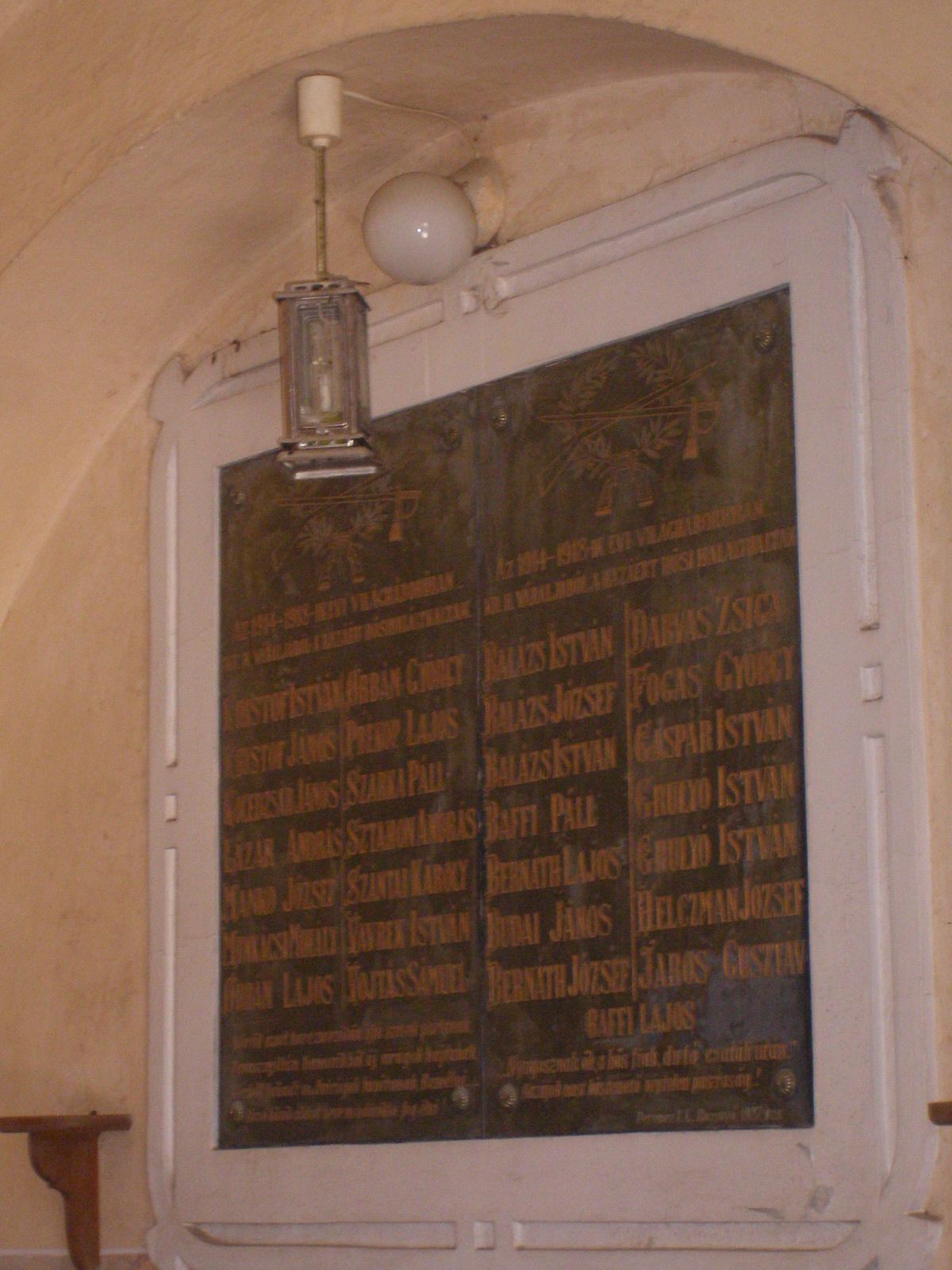

##### Kuntapolca

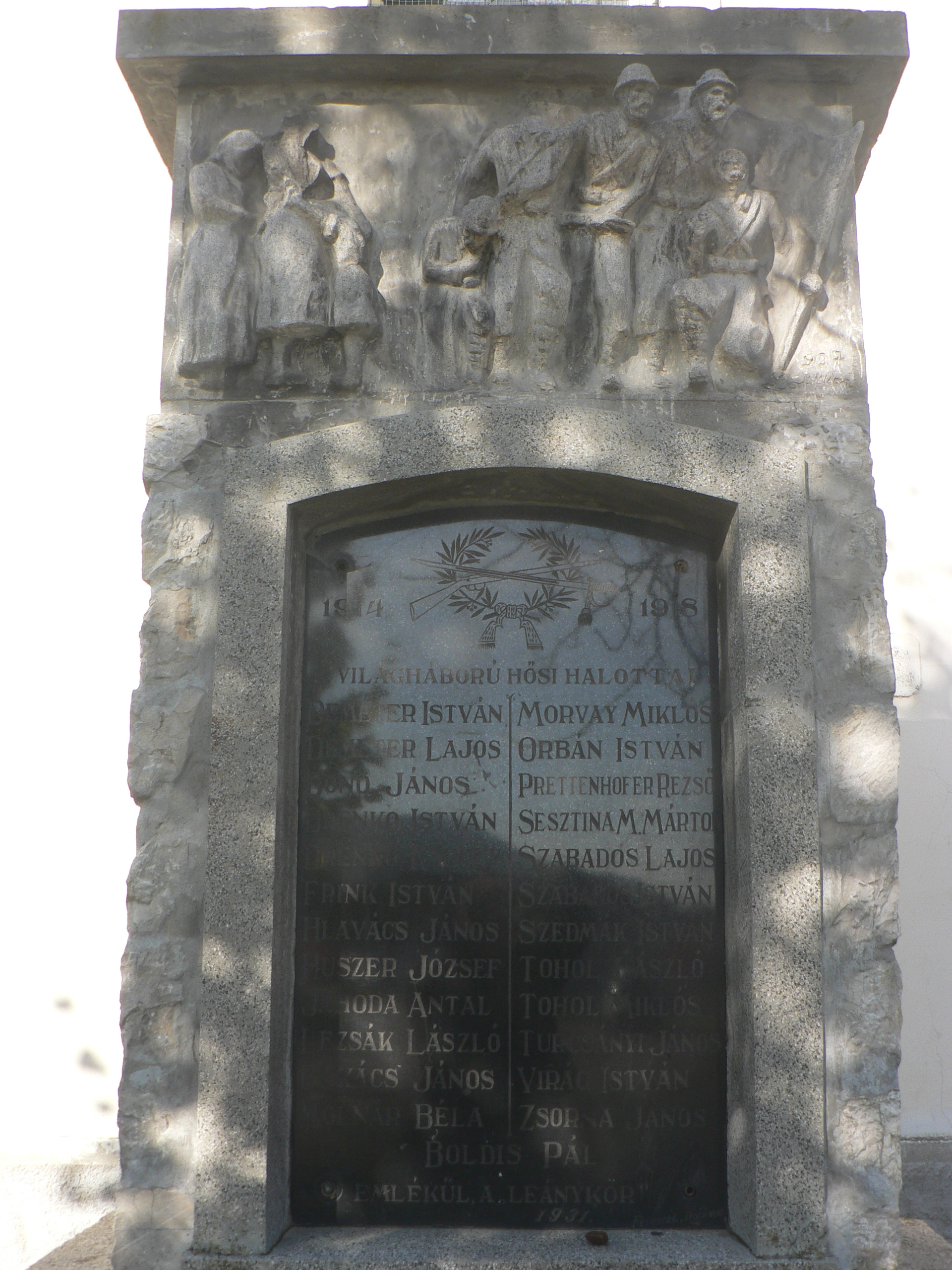

##### Lekenye

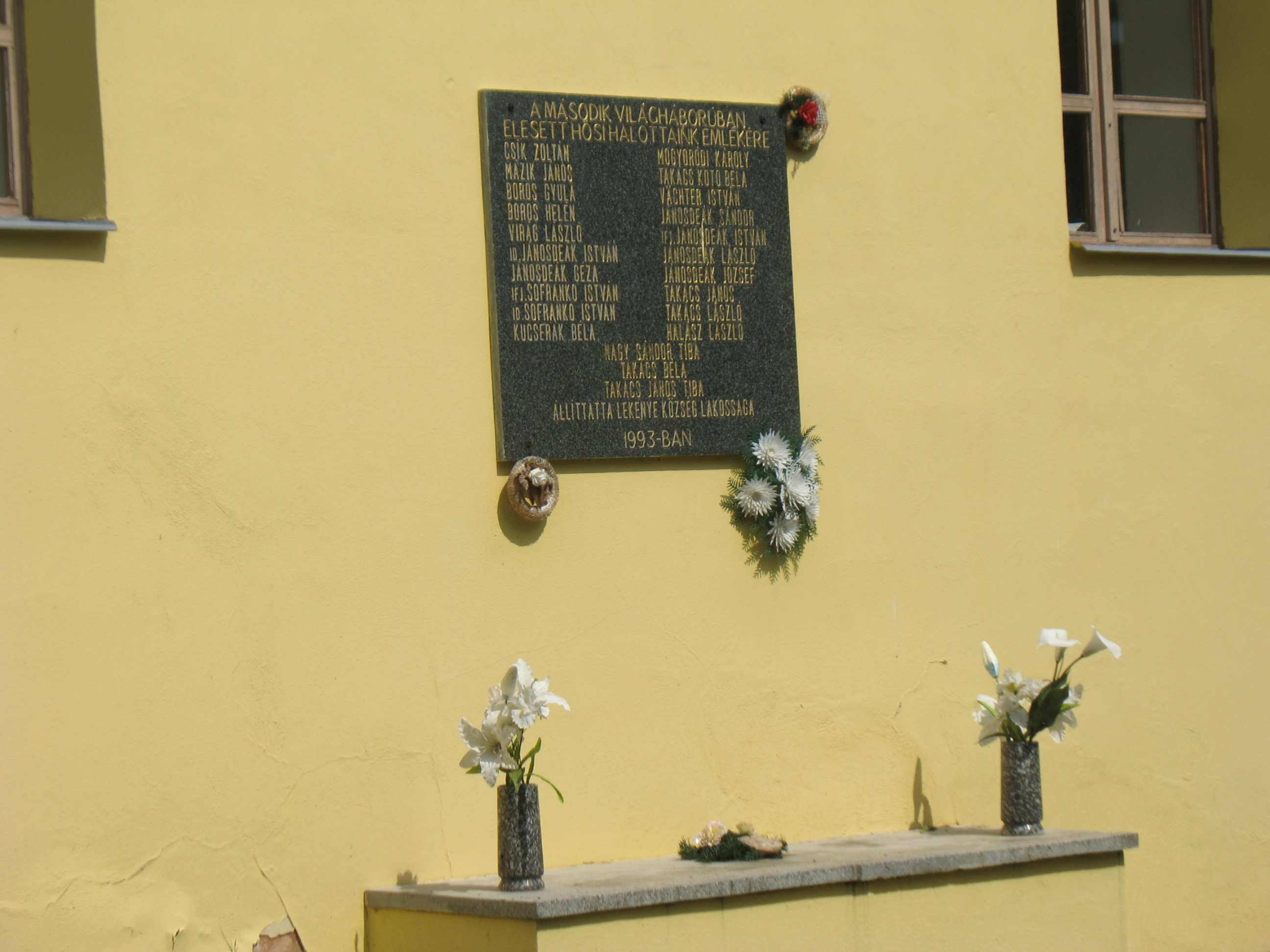

##### Melléte

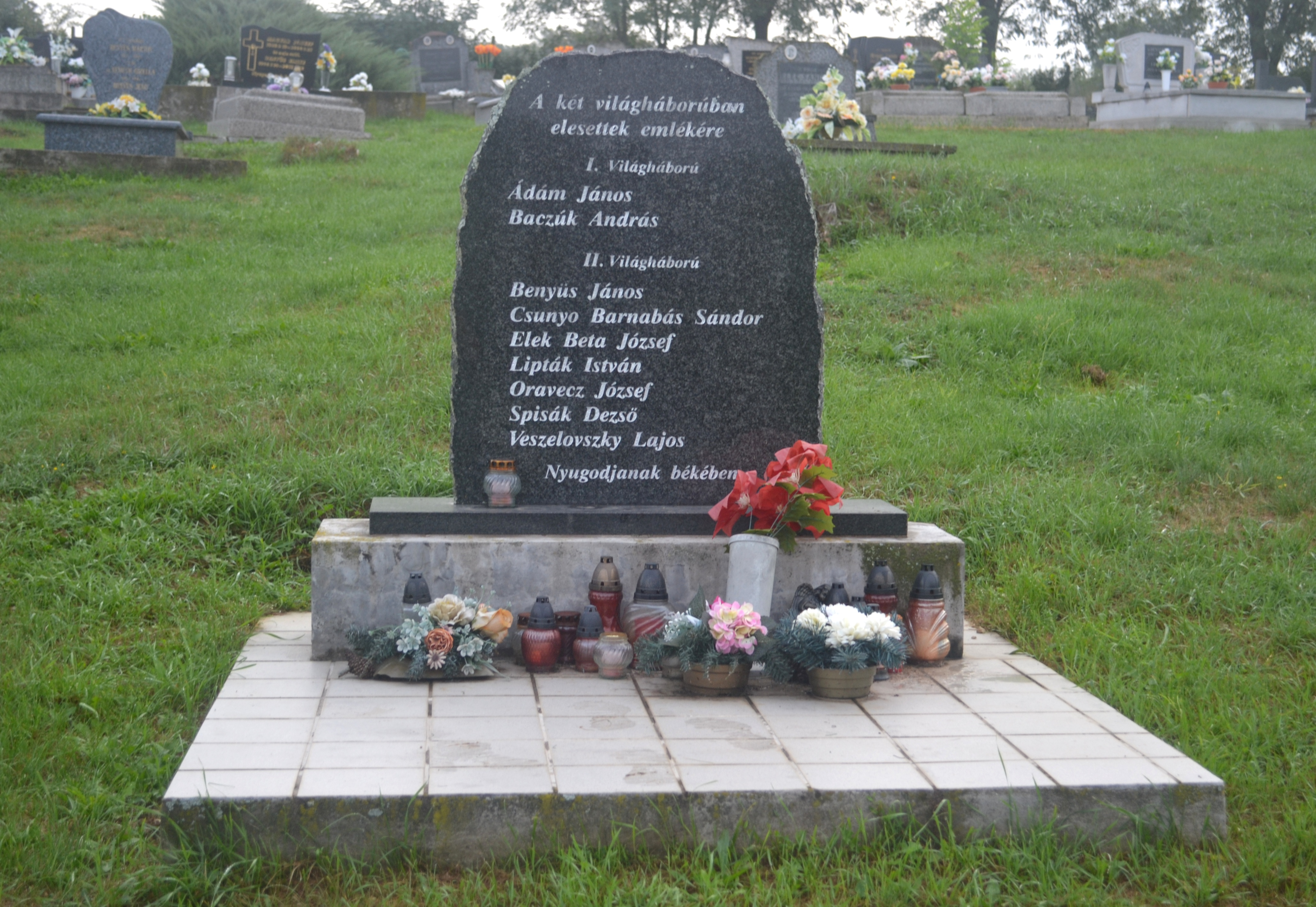

##### Oláhpatak

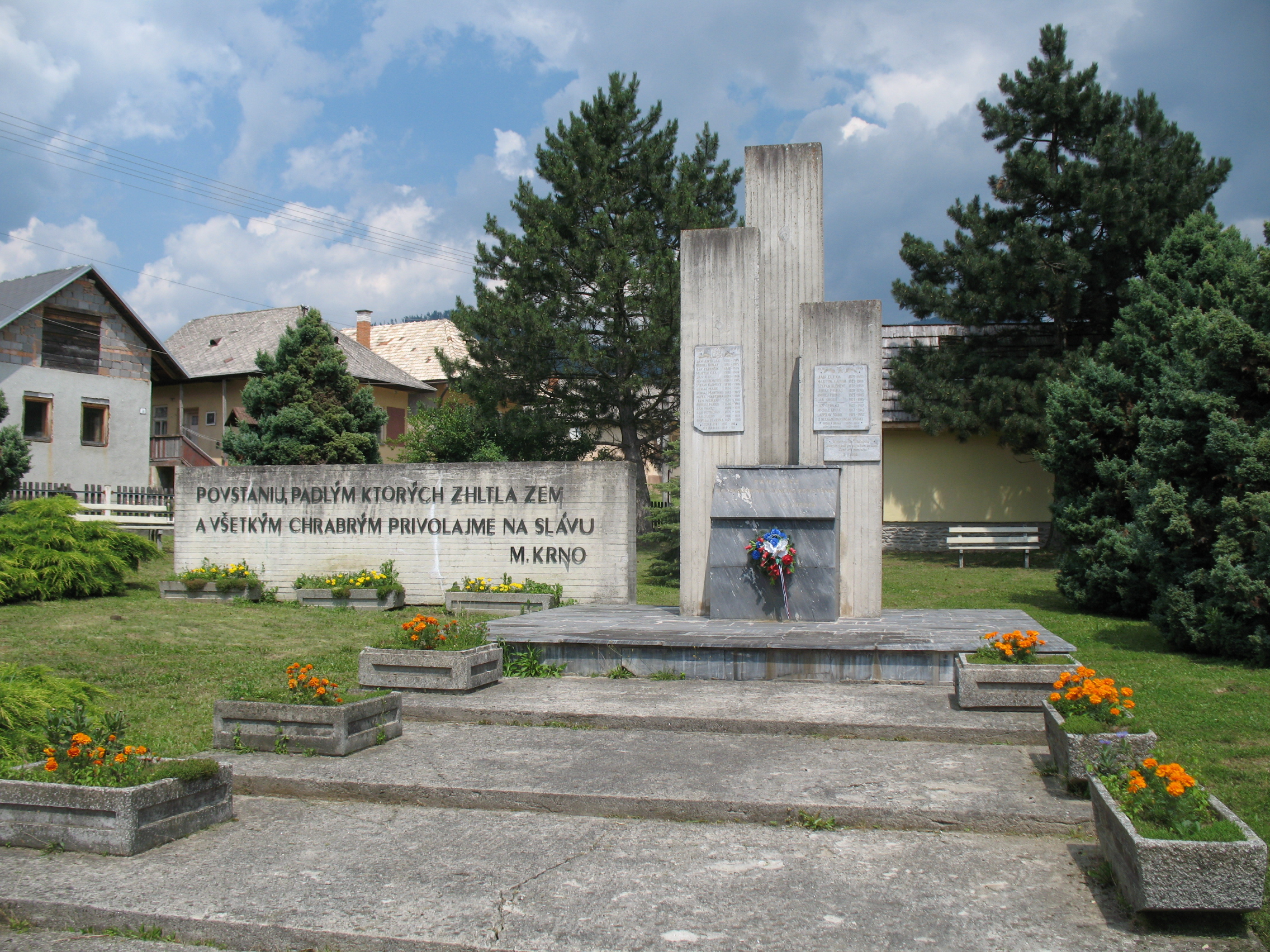
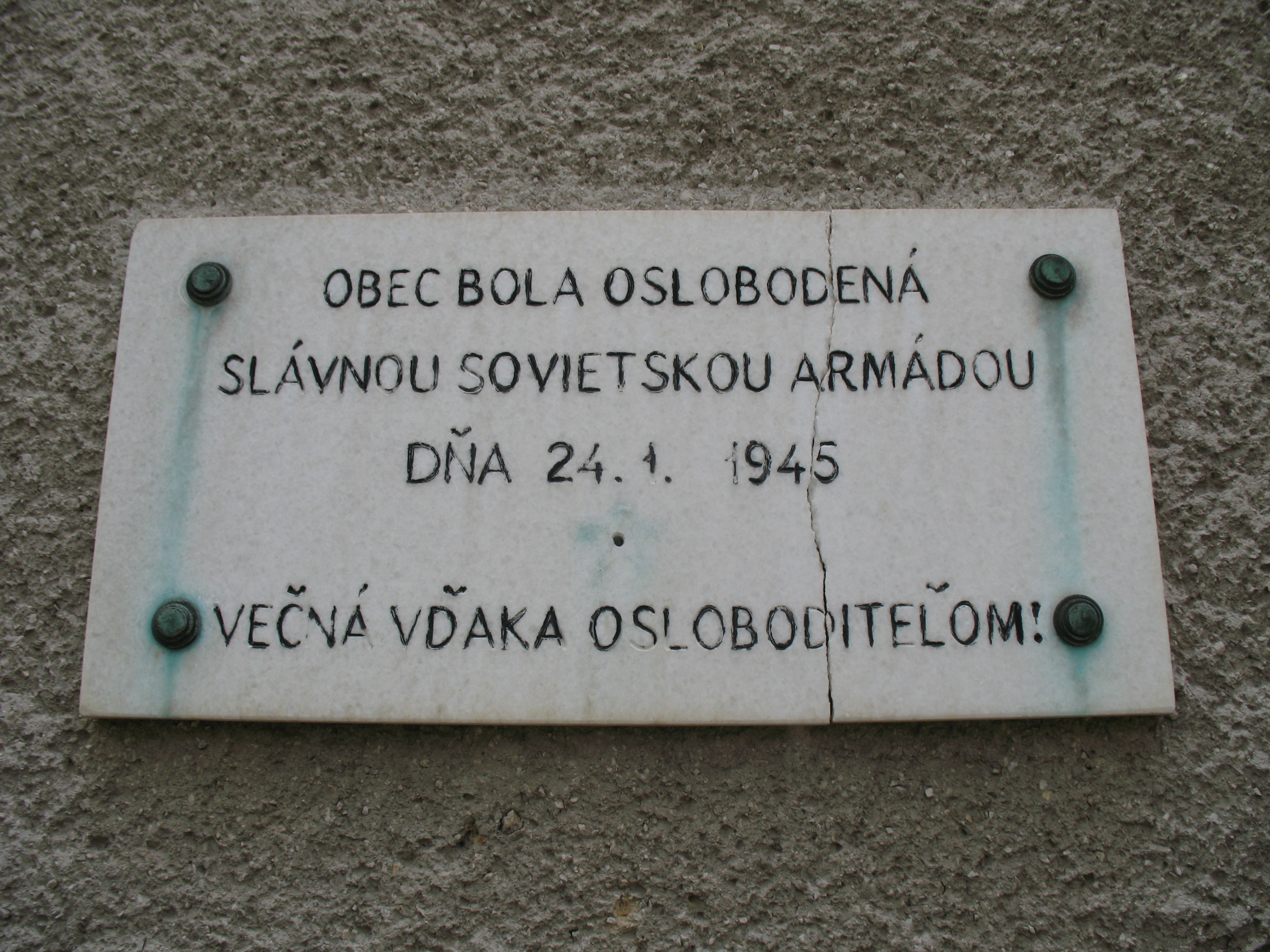

##### Páskaháza

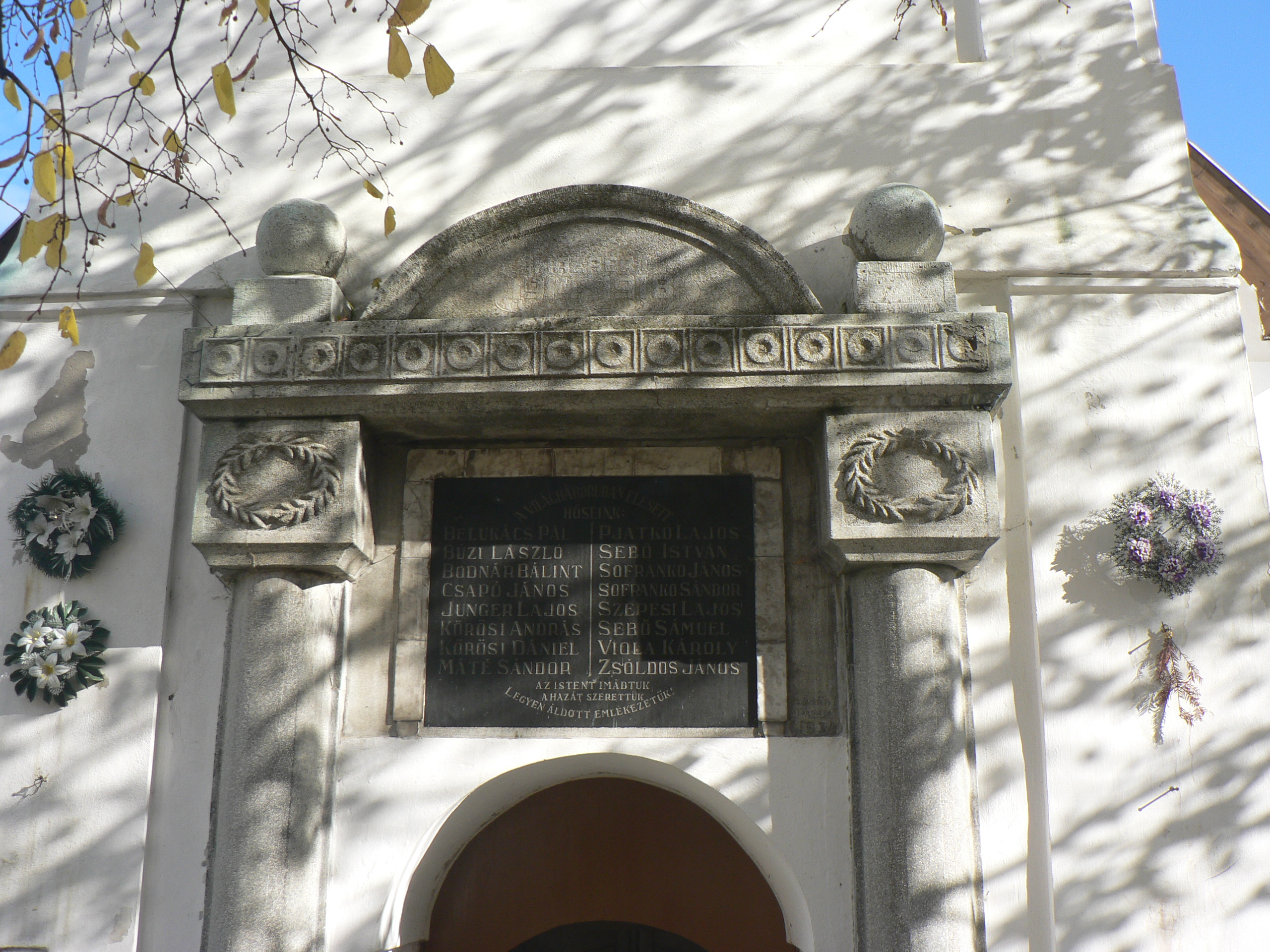

##### Pelsőc

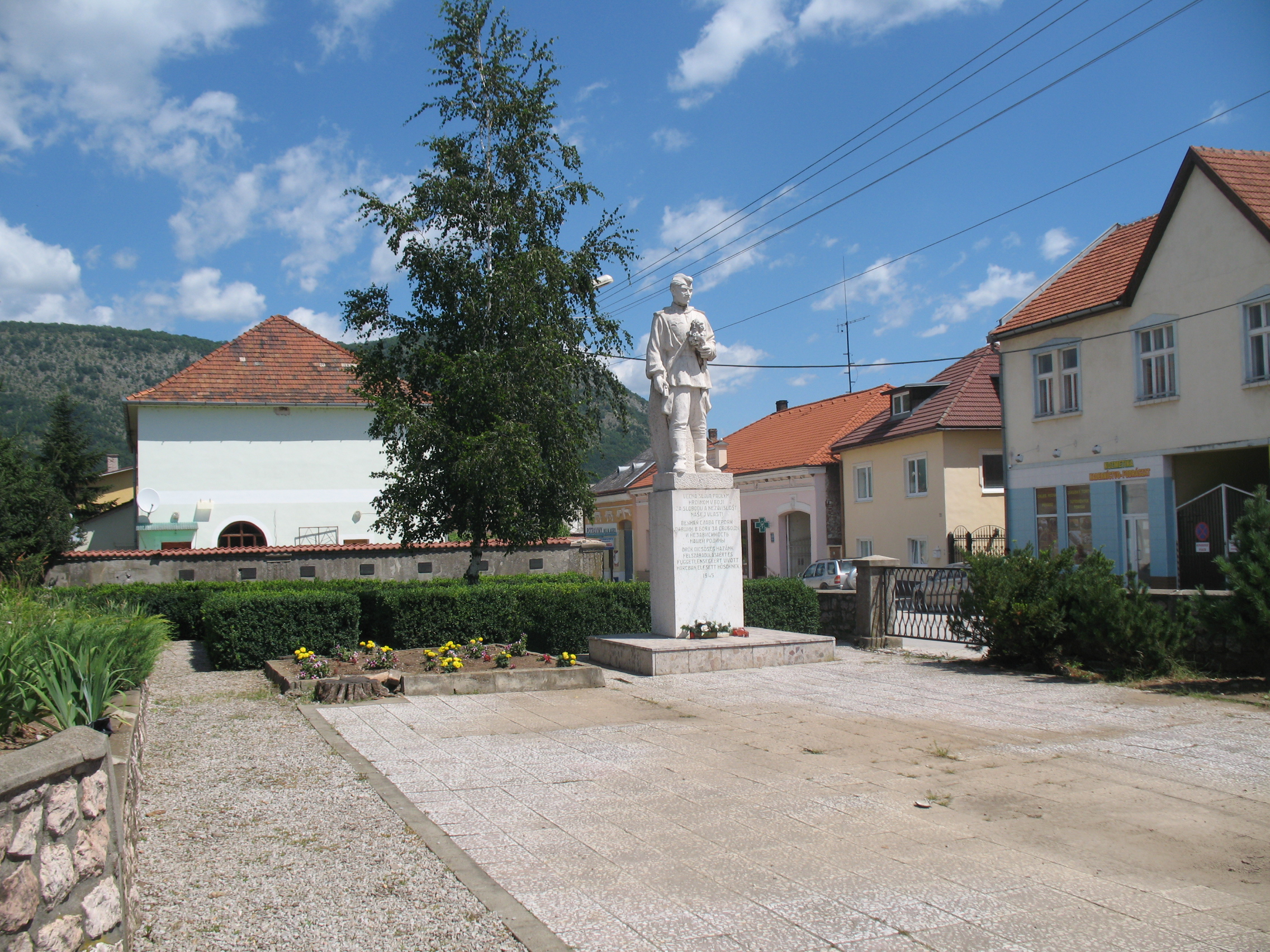
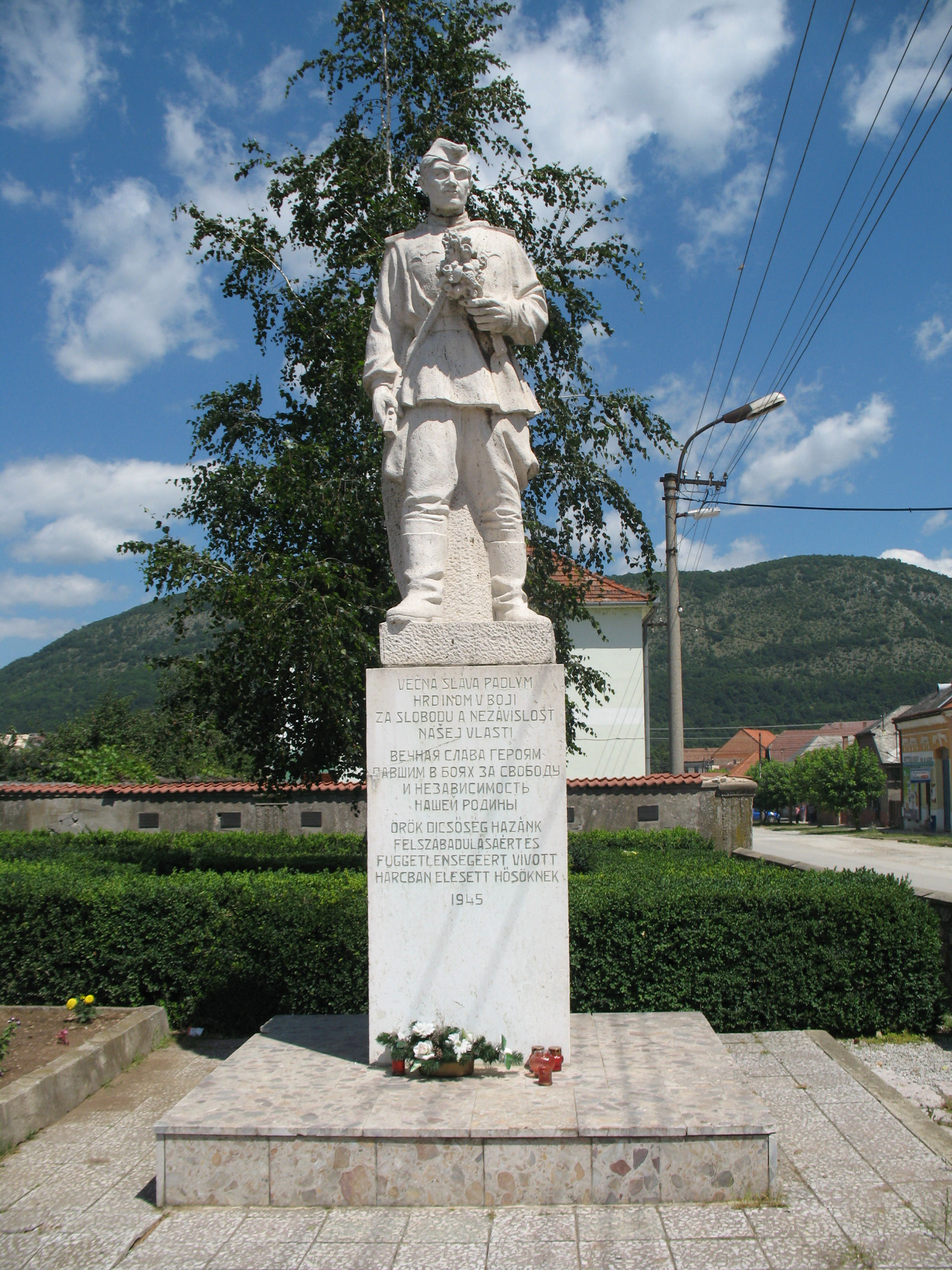
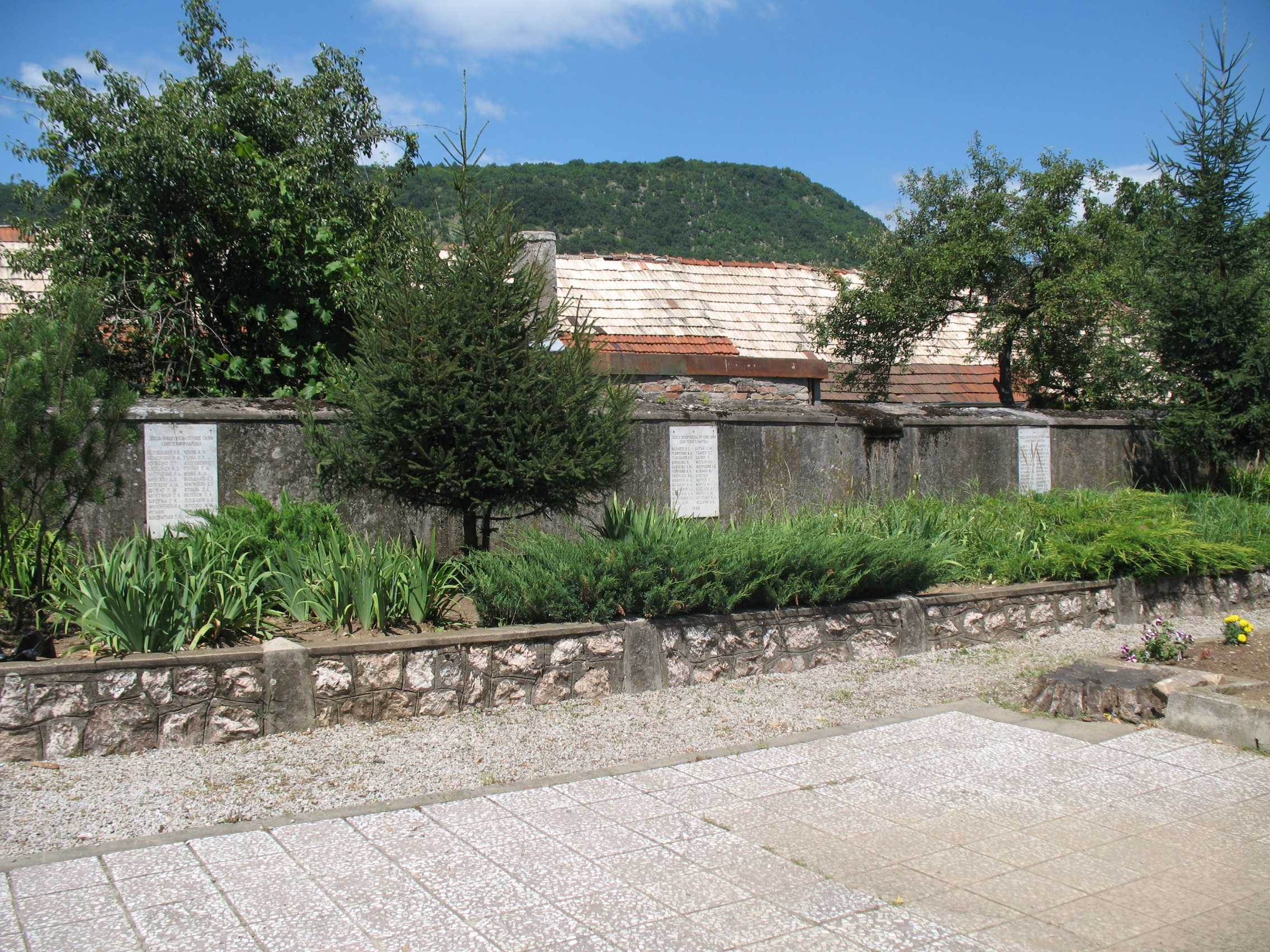
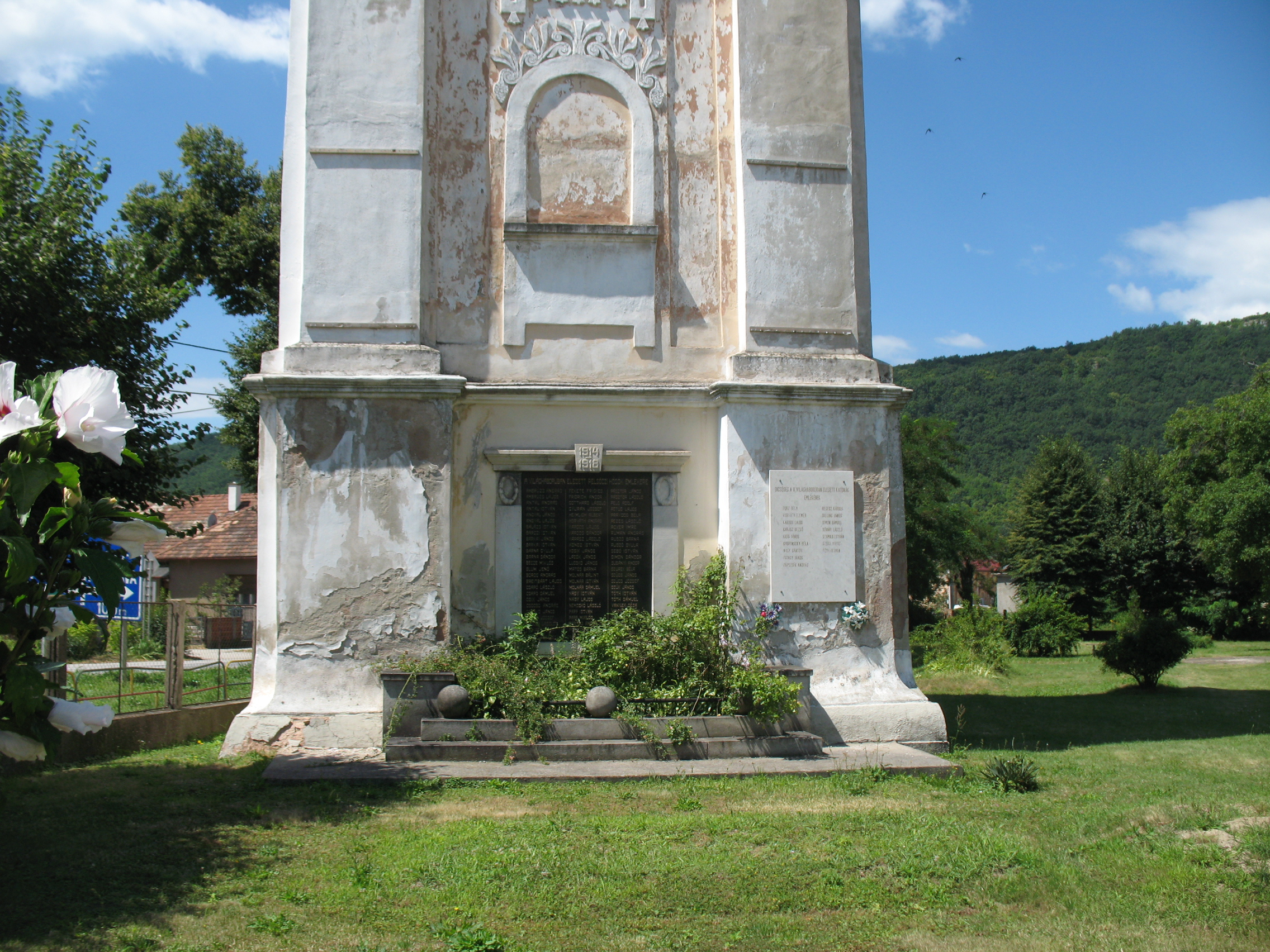

##### Szalóc

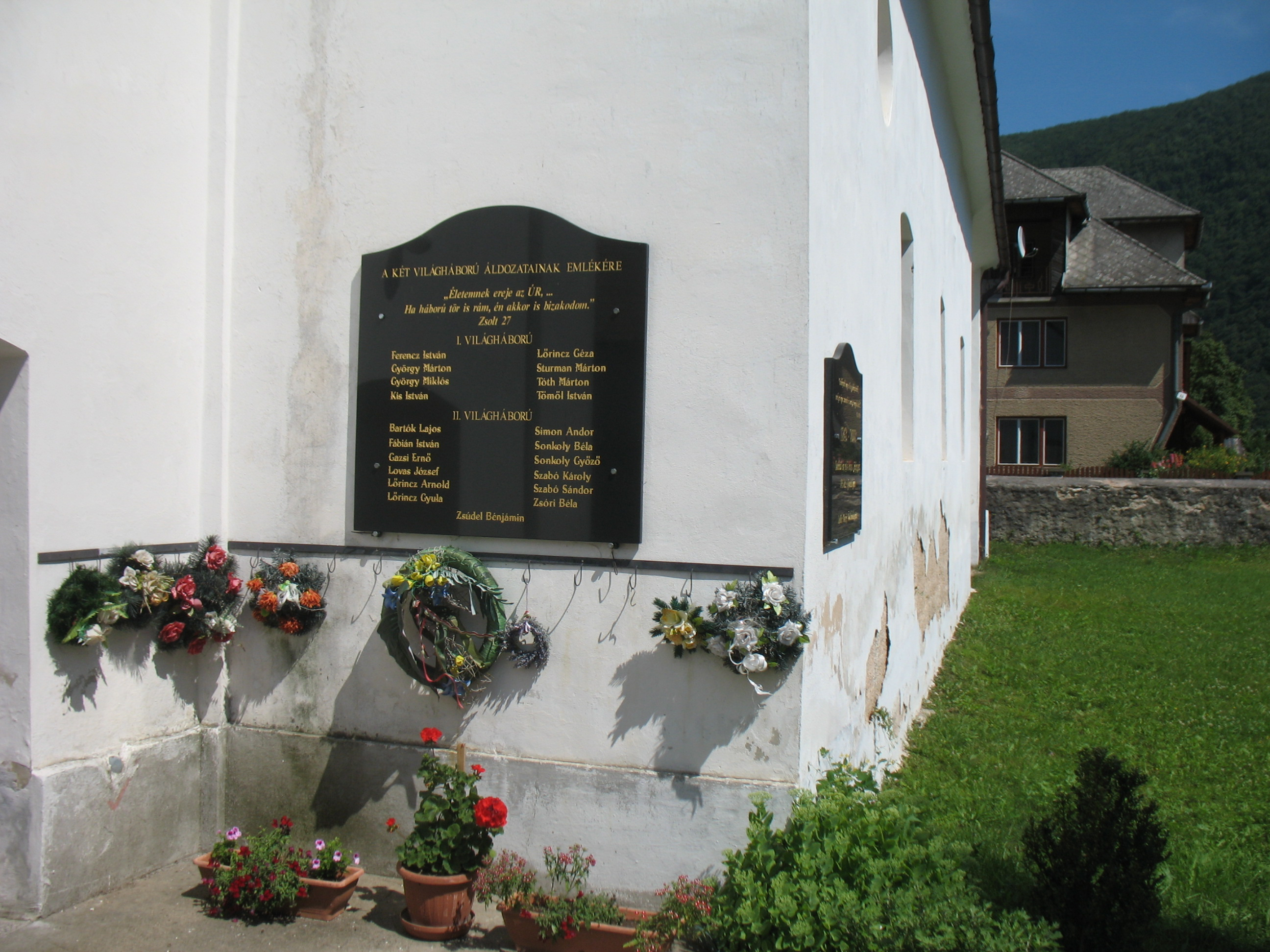

##### Várhosszúrét

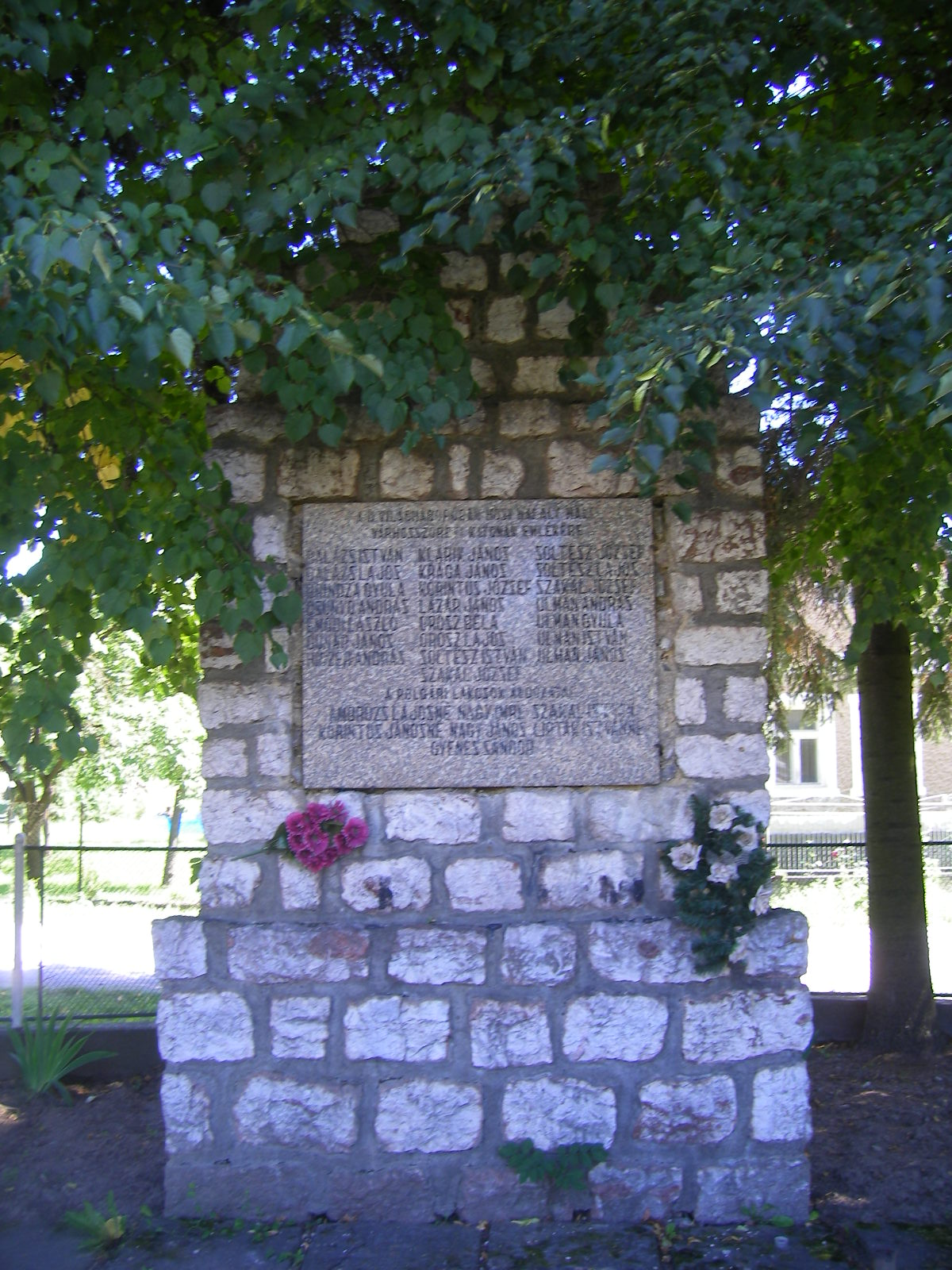

##### Bodrogszentes

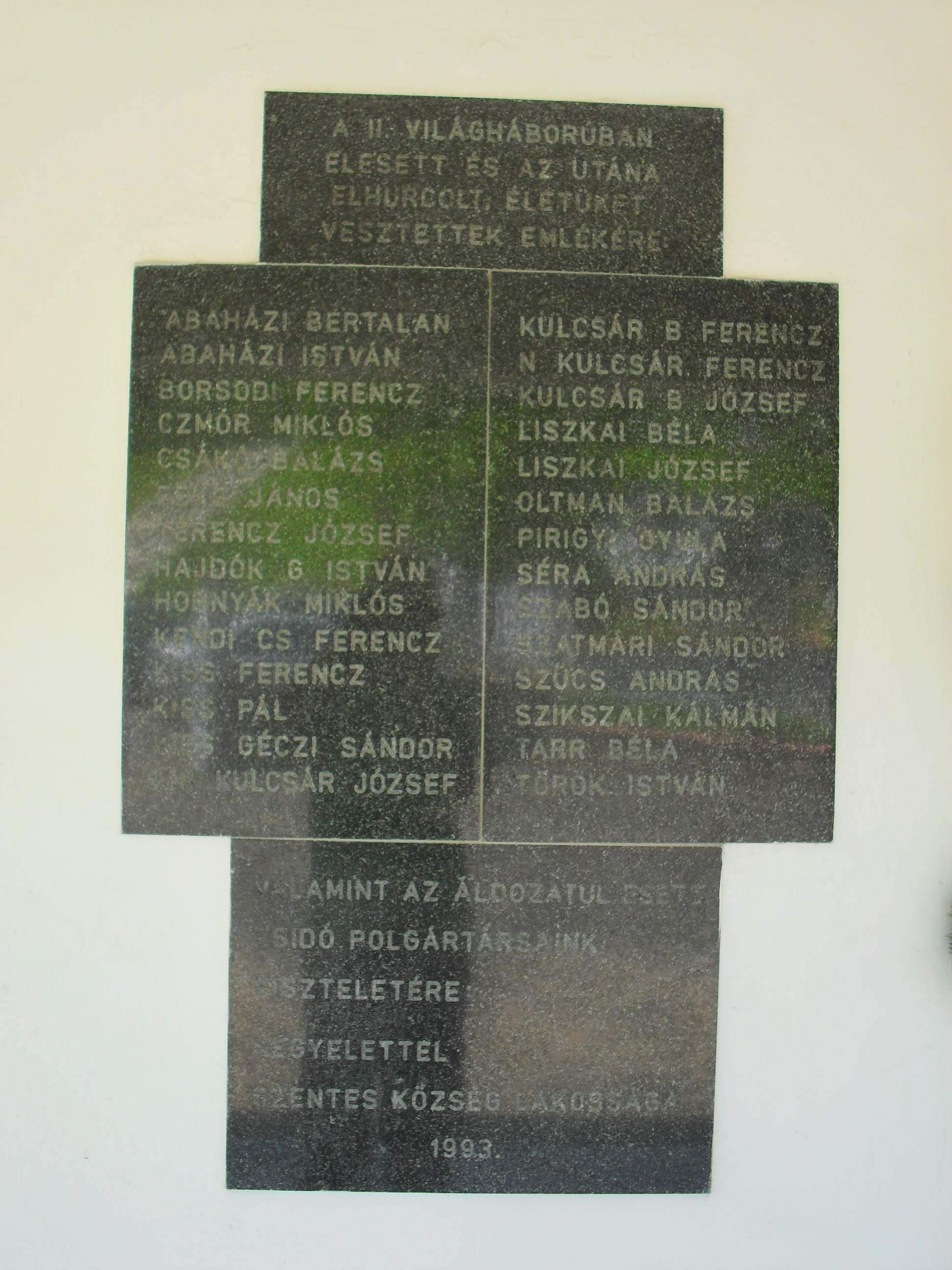
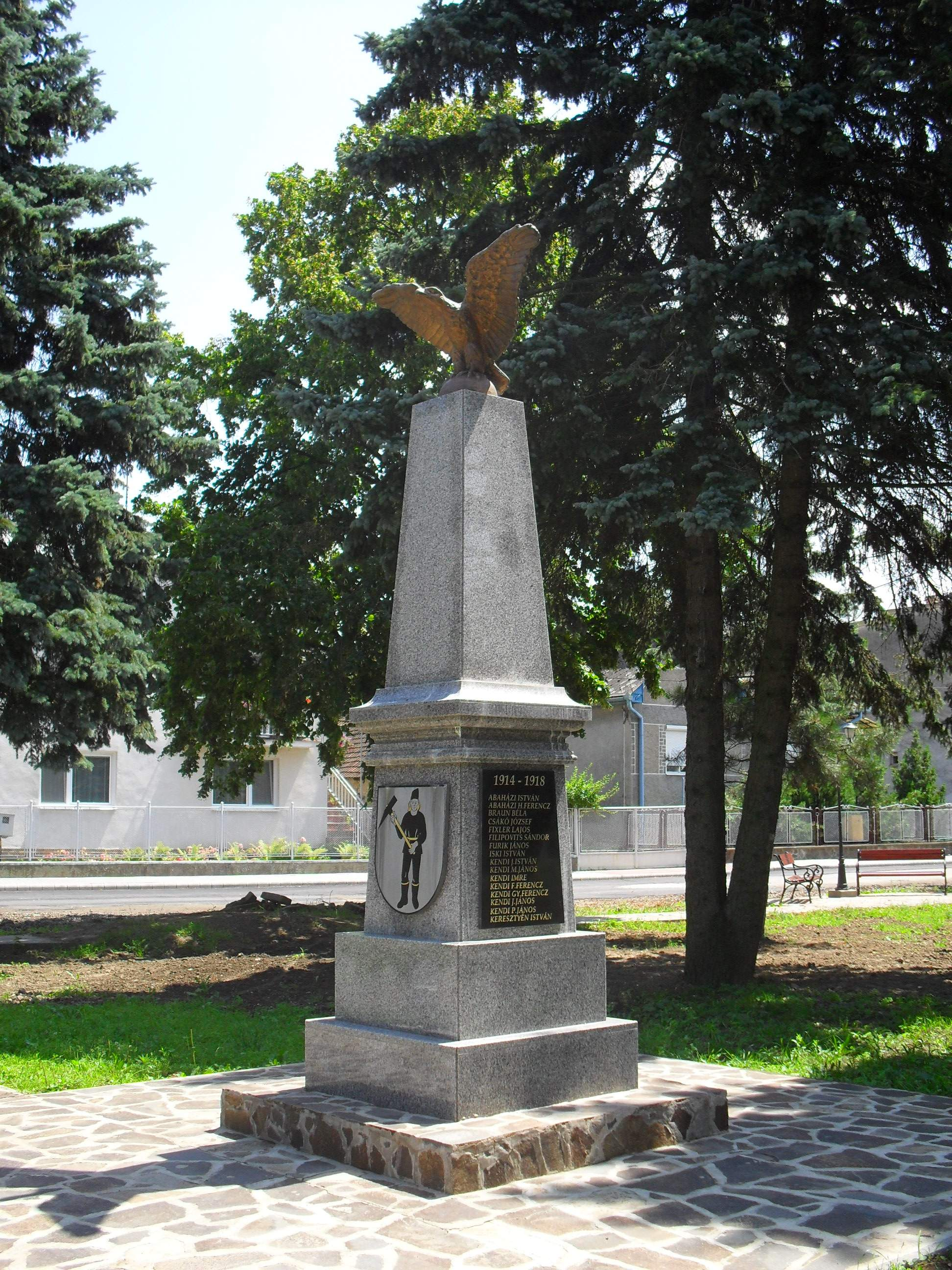
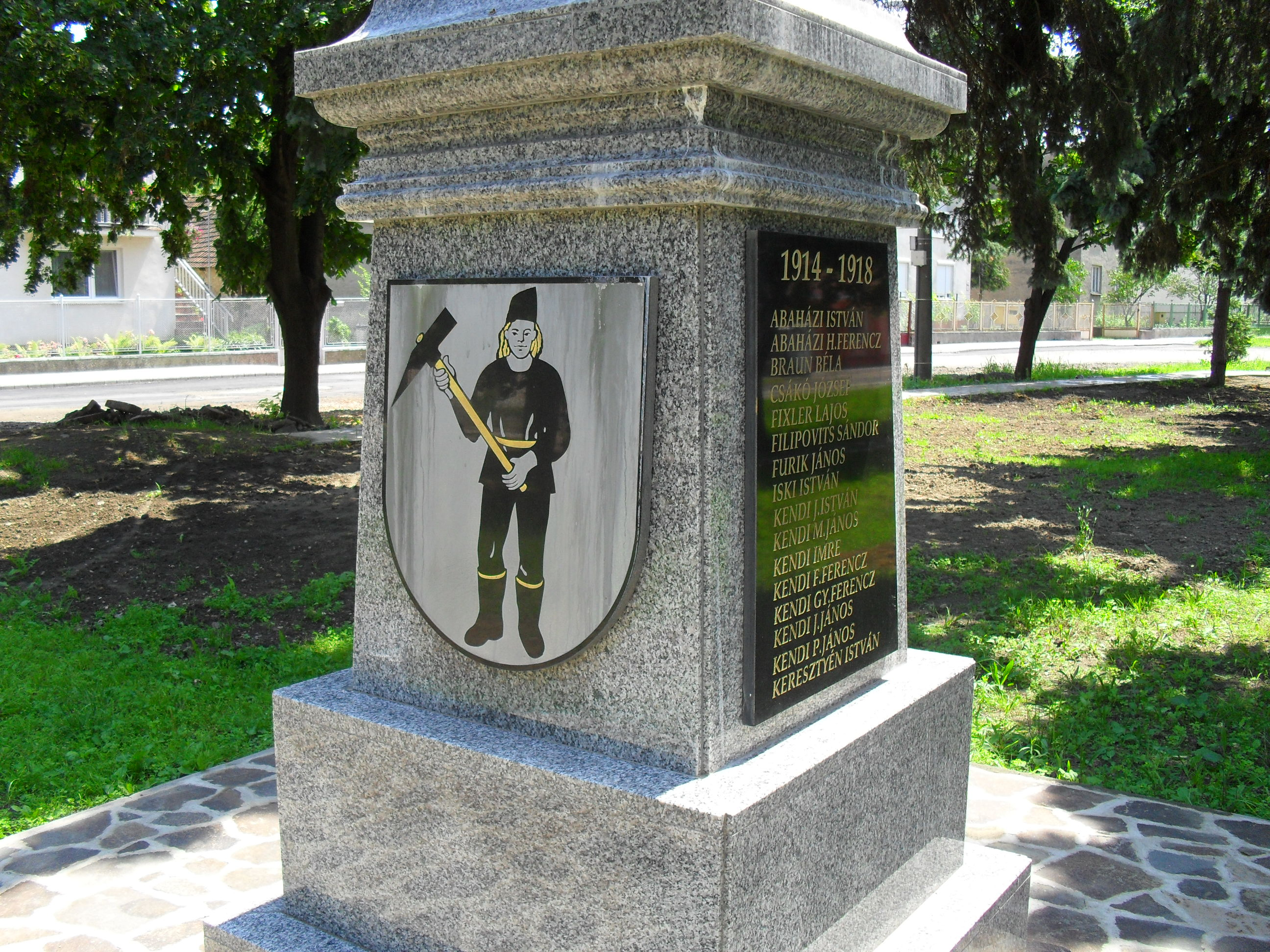

##### Bodrogszentmária

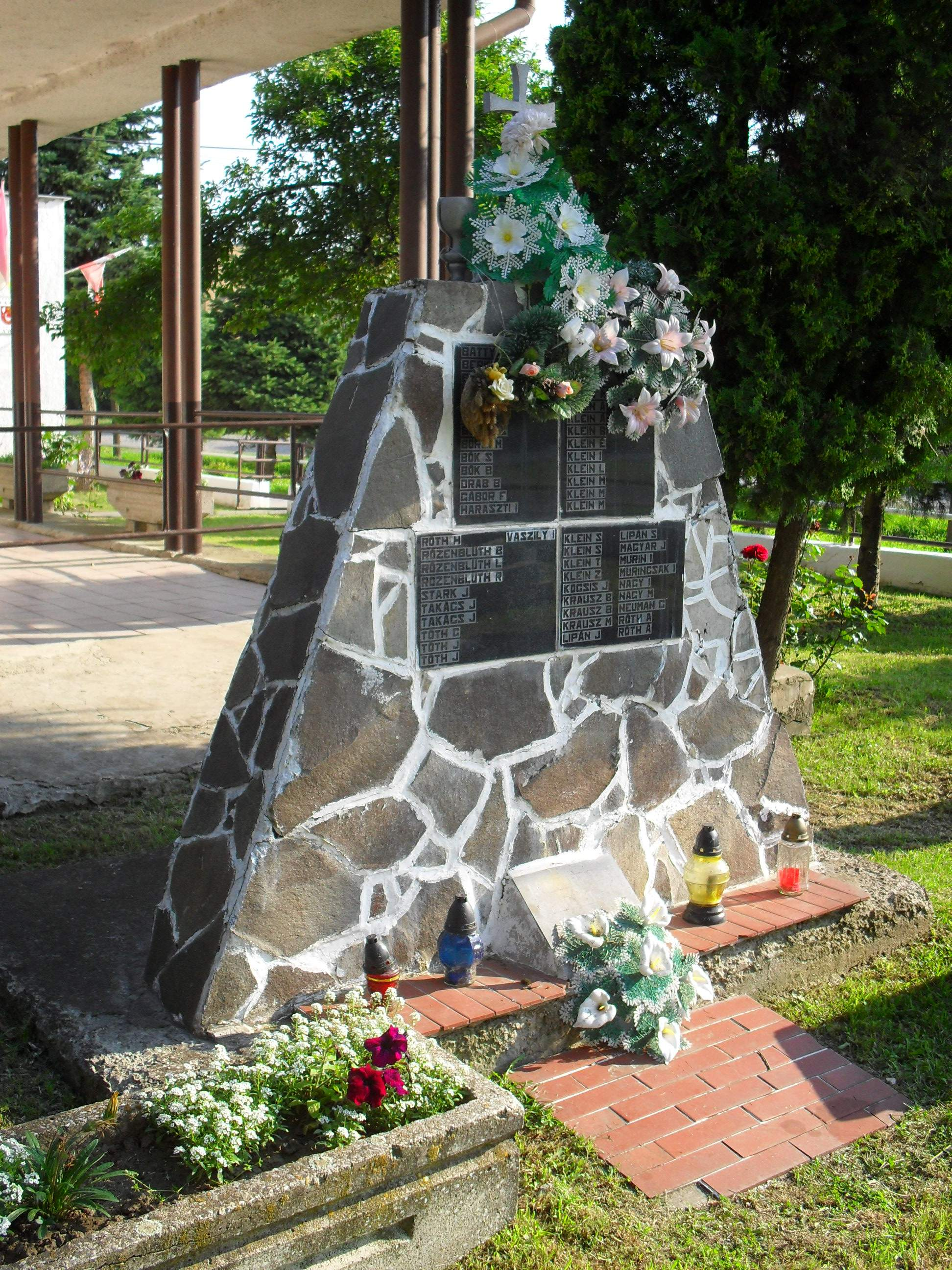

##### Bodrogszerdahely

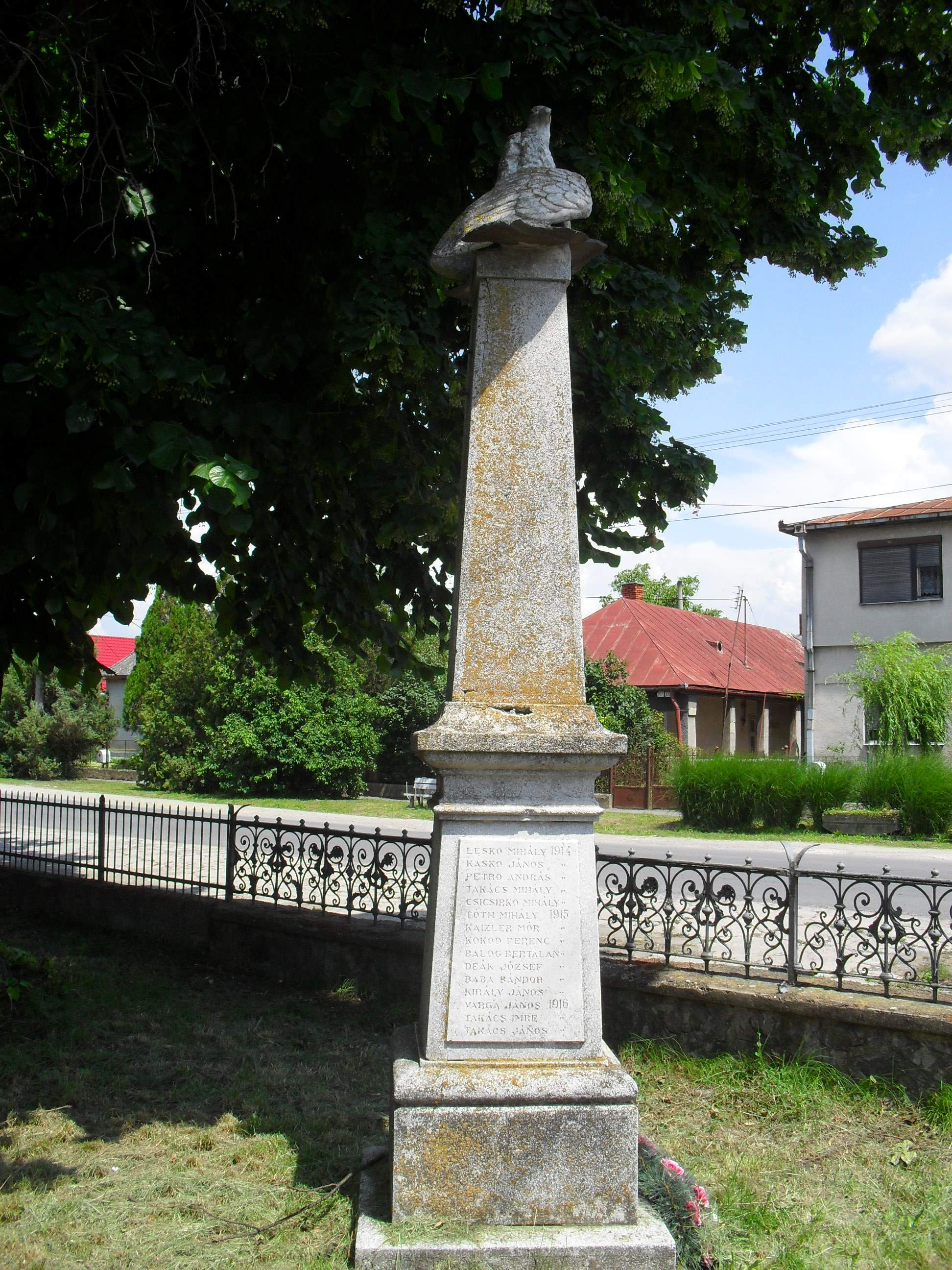
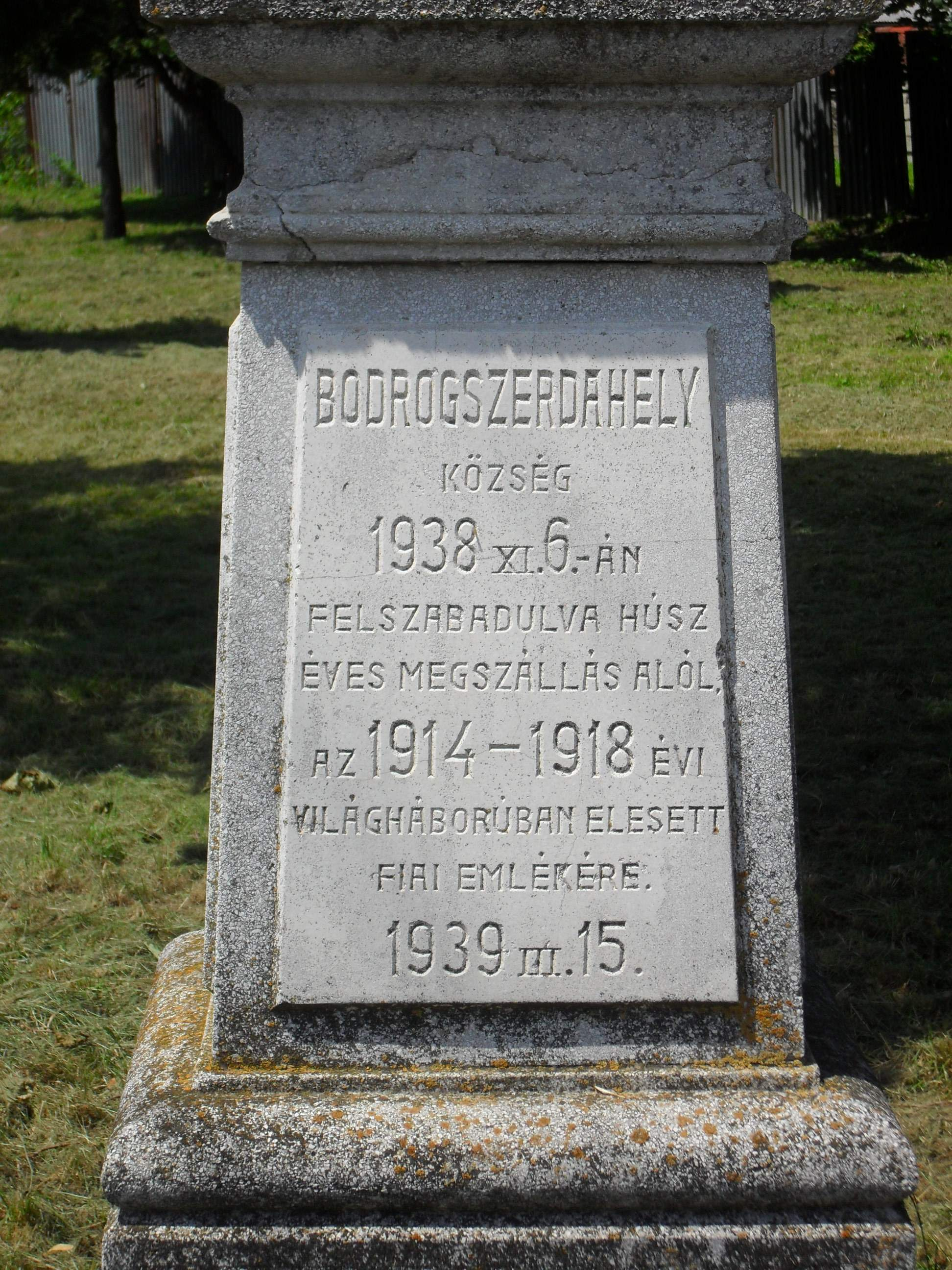
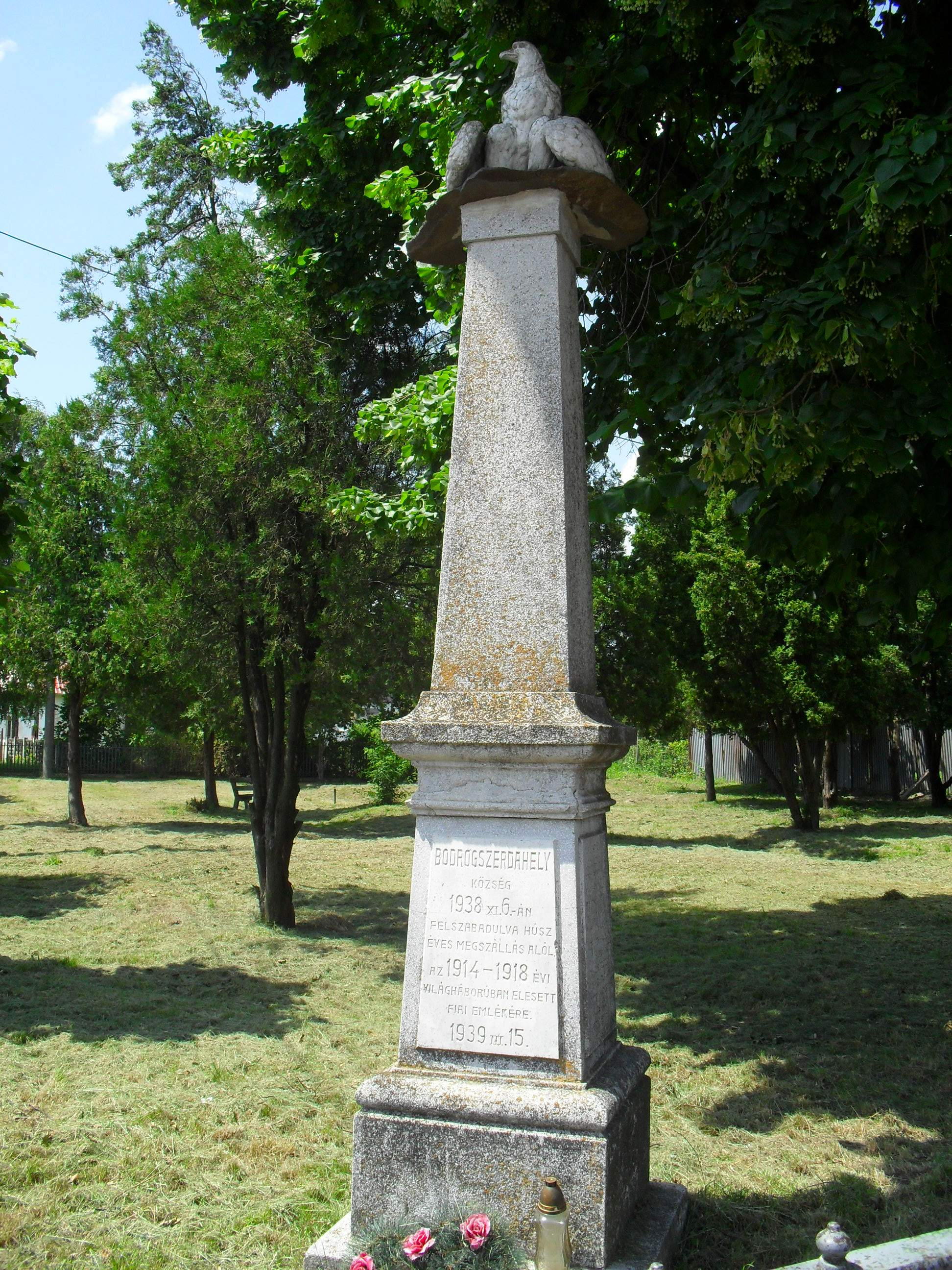

##### Imreg

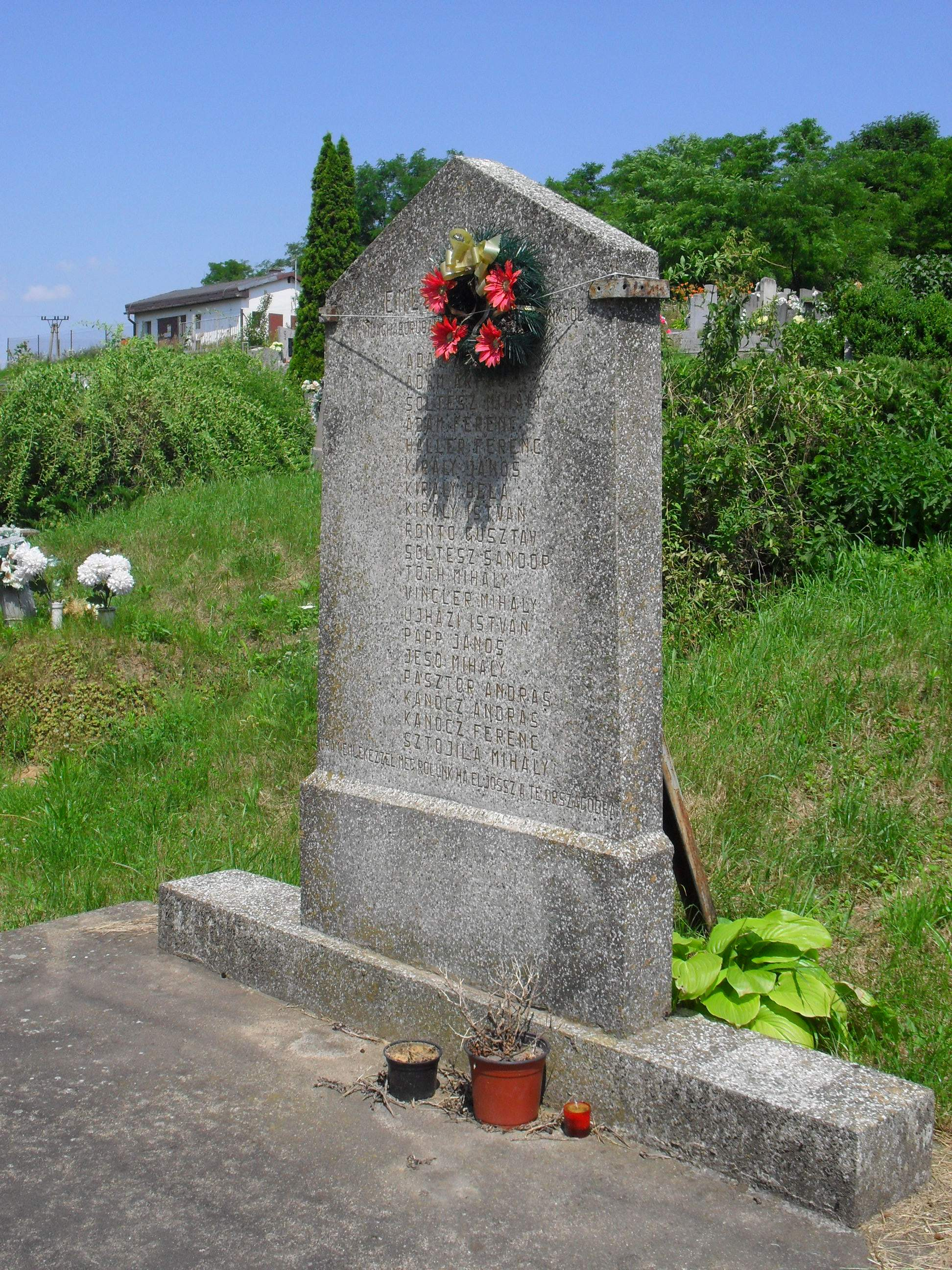
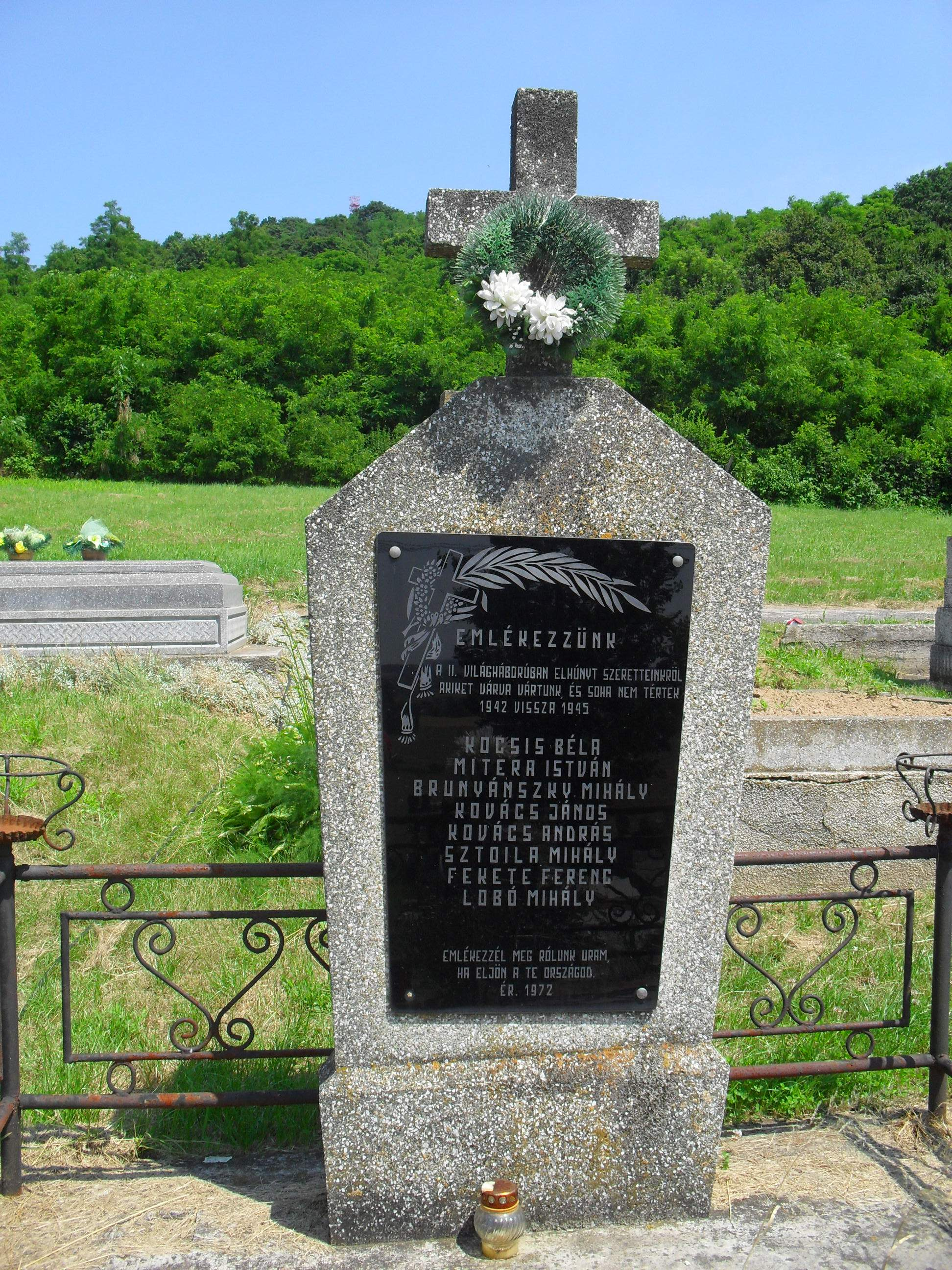
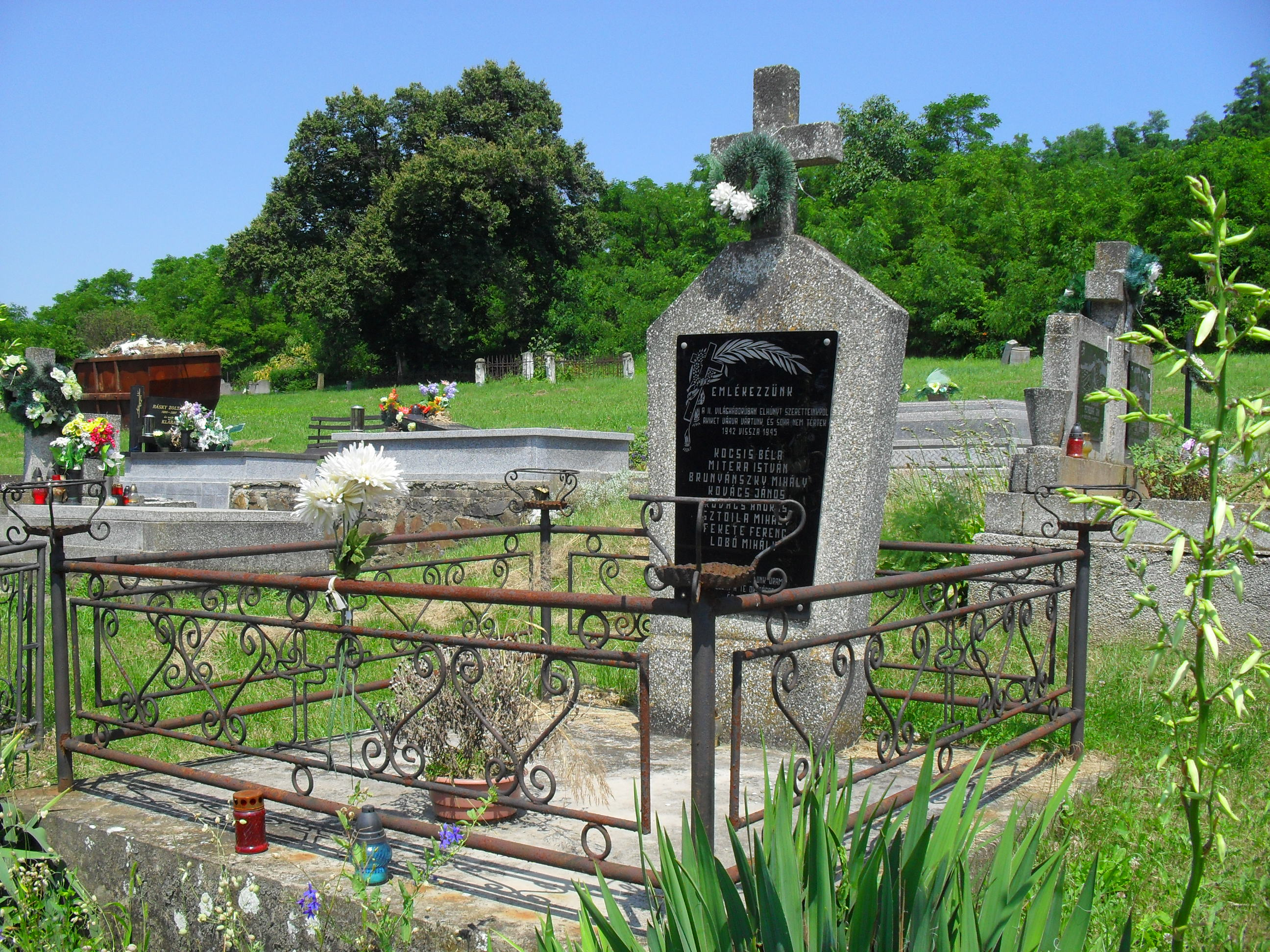

##### Kereplye

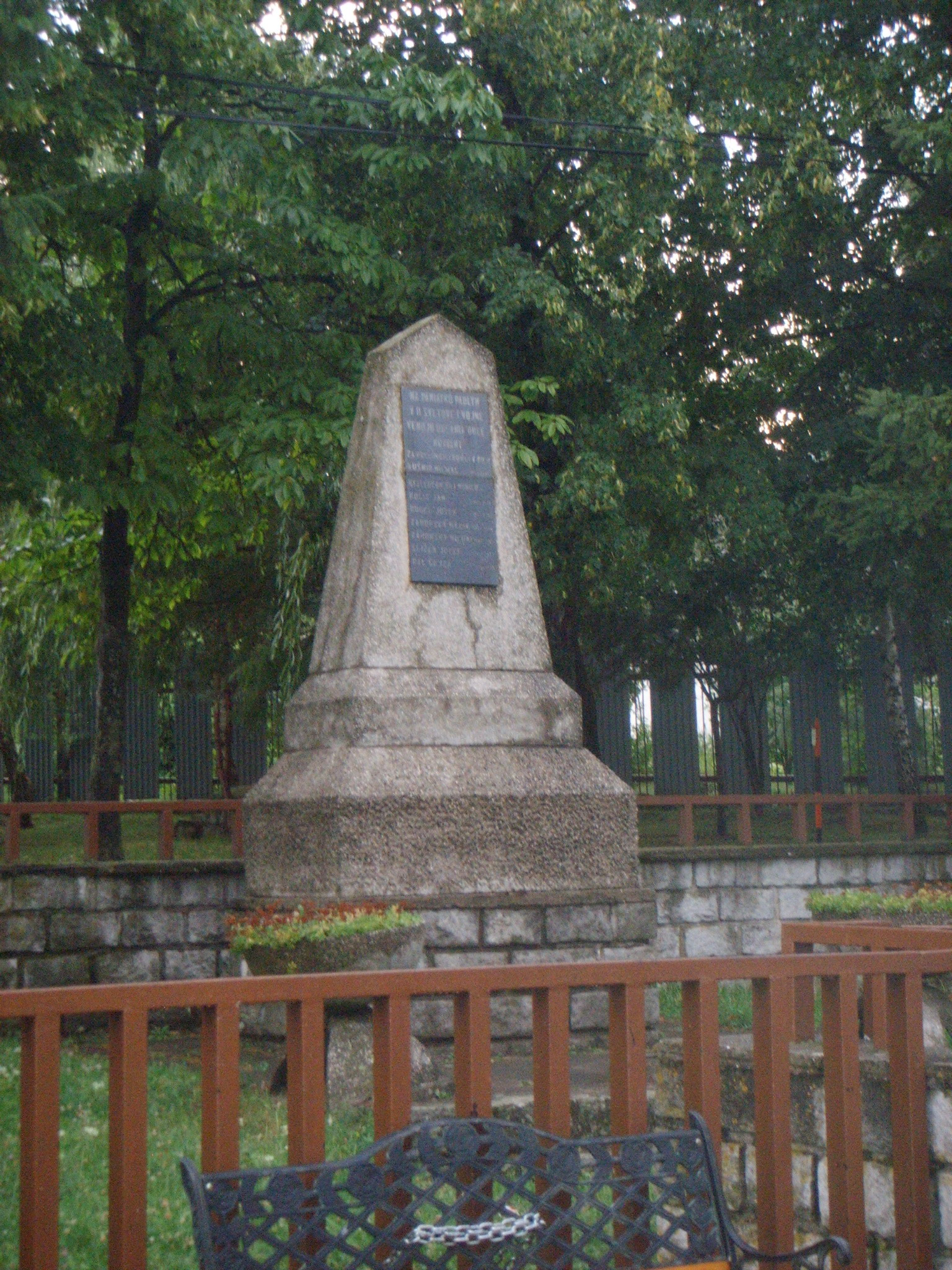

##### Királyhelmec

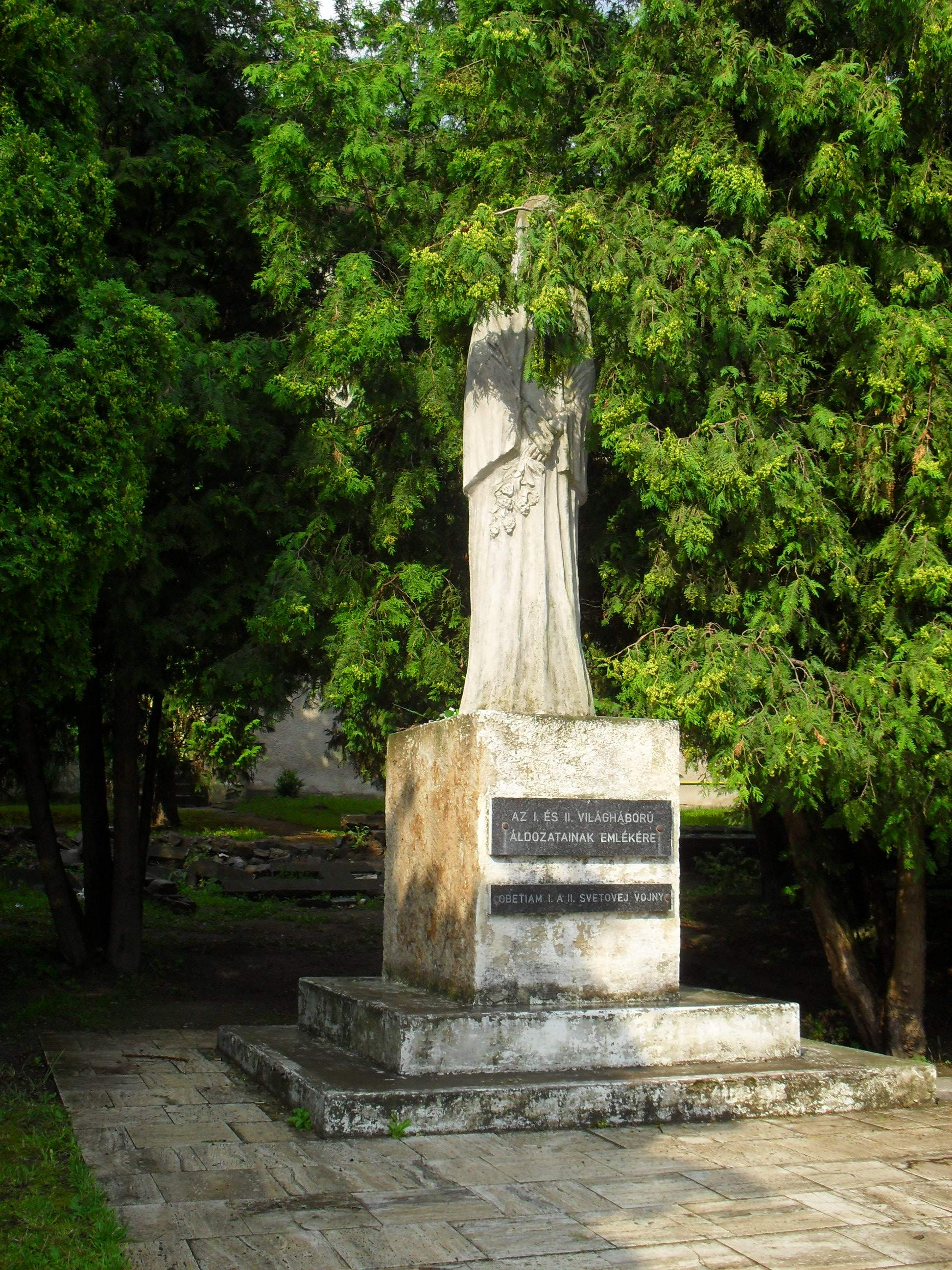
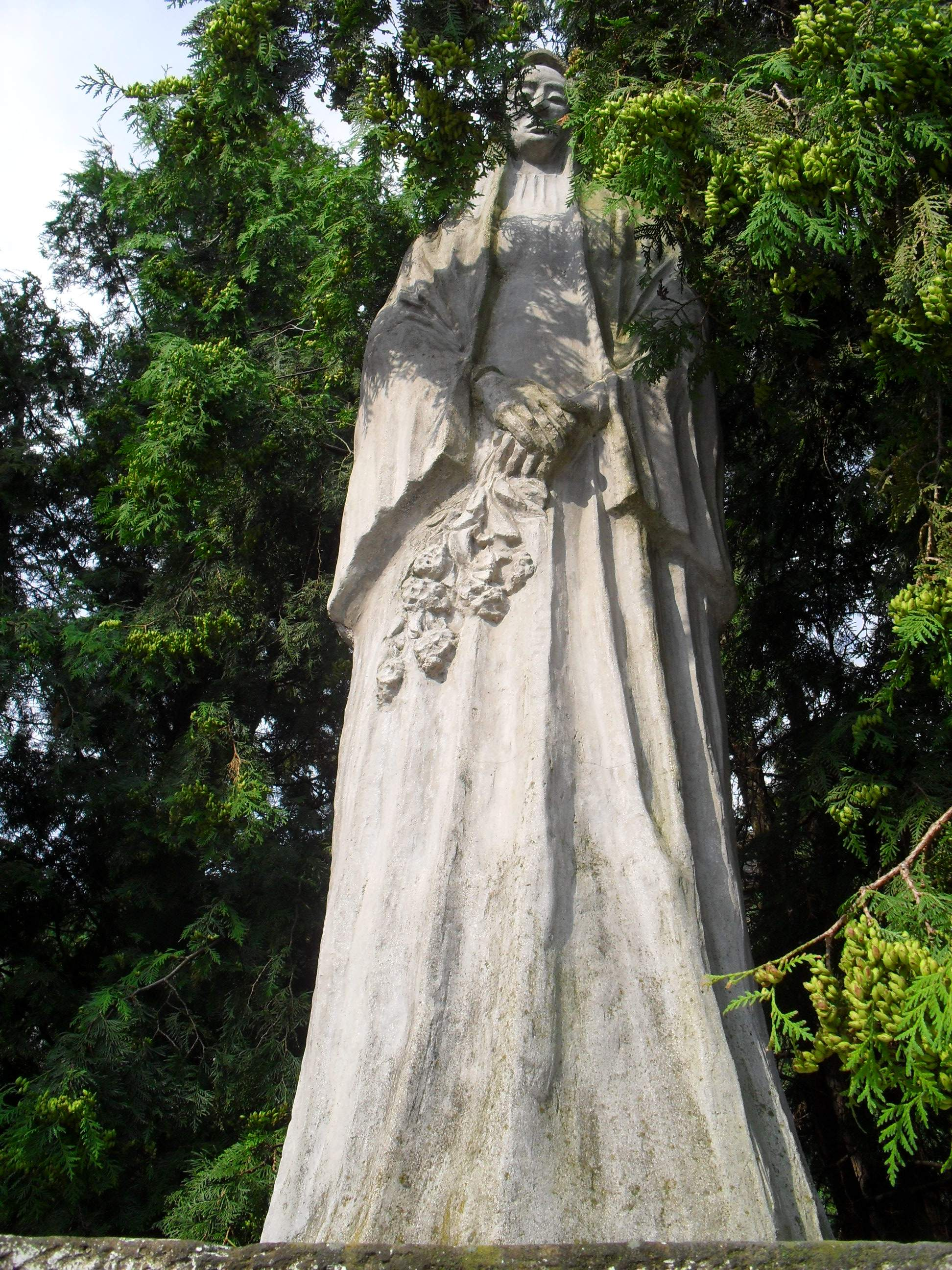

##### Kiskövesd

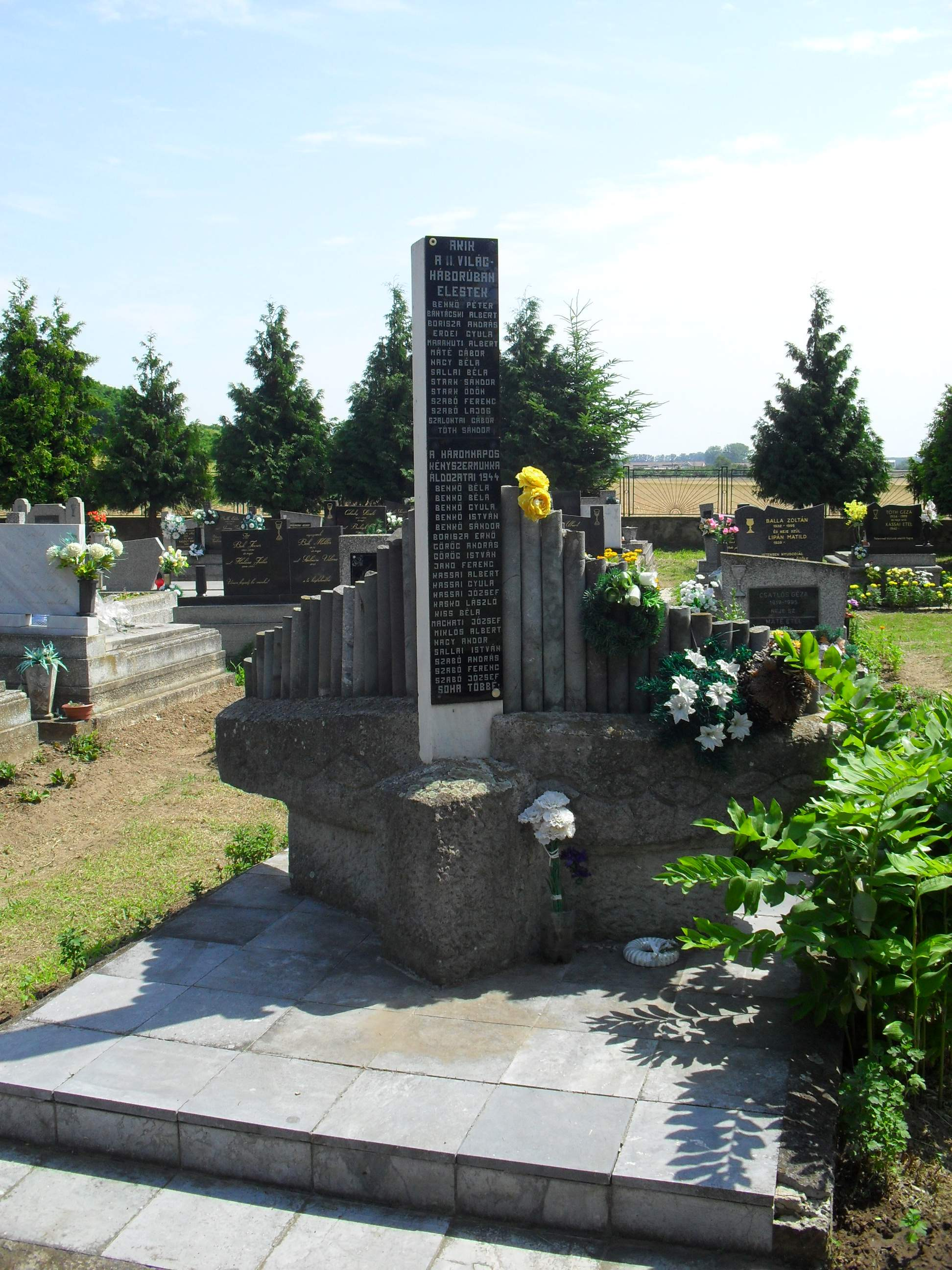
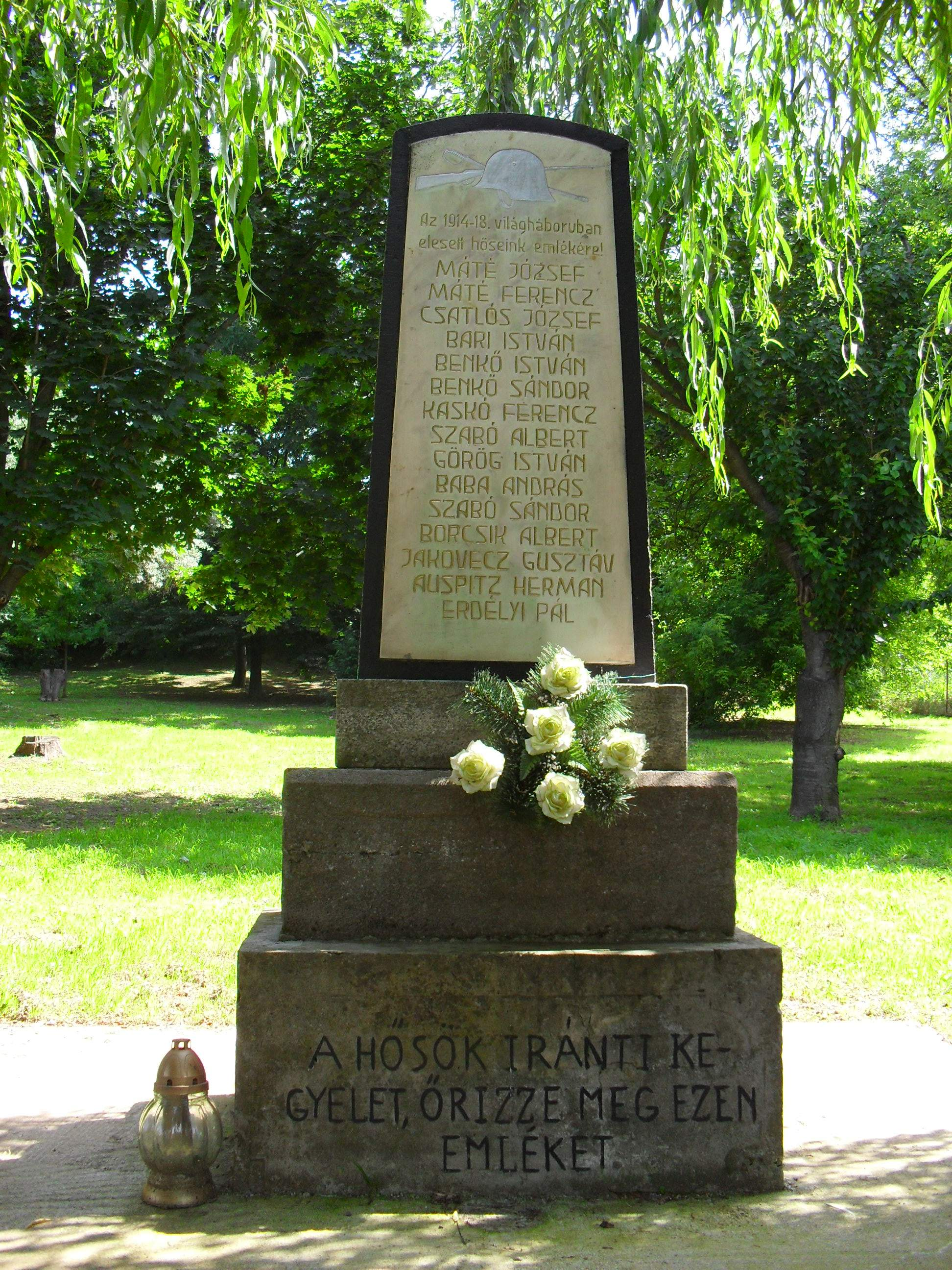

##### Ladmóc

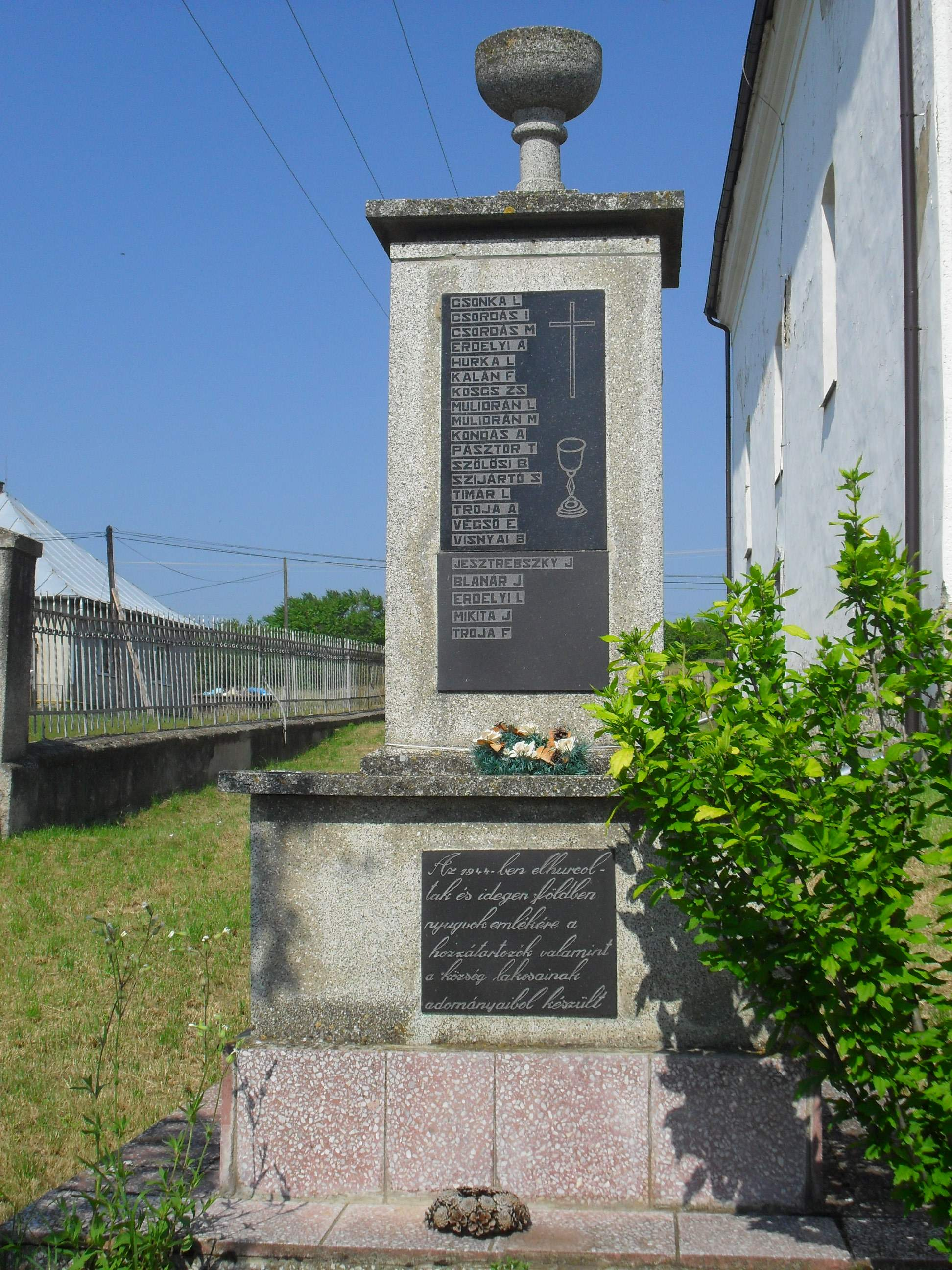
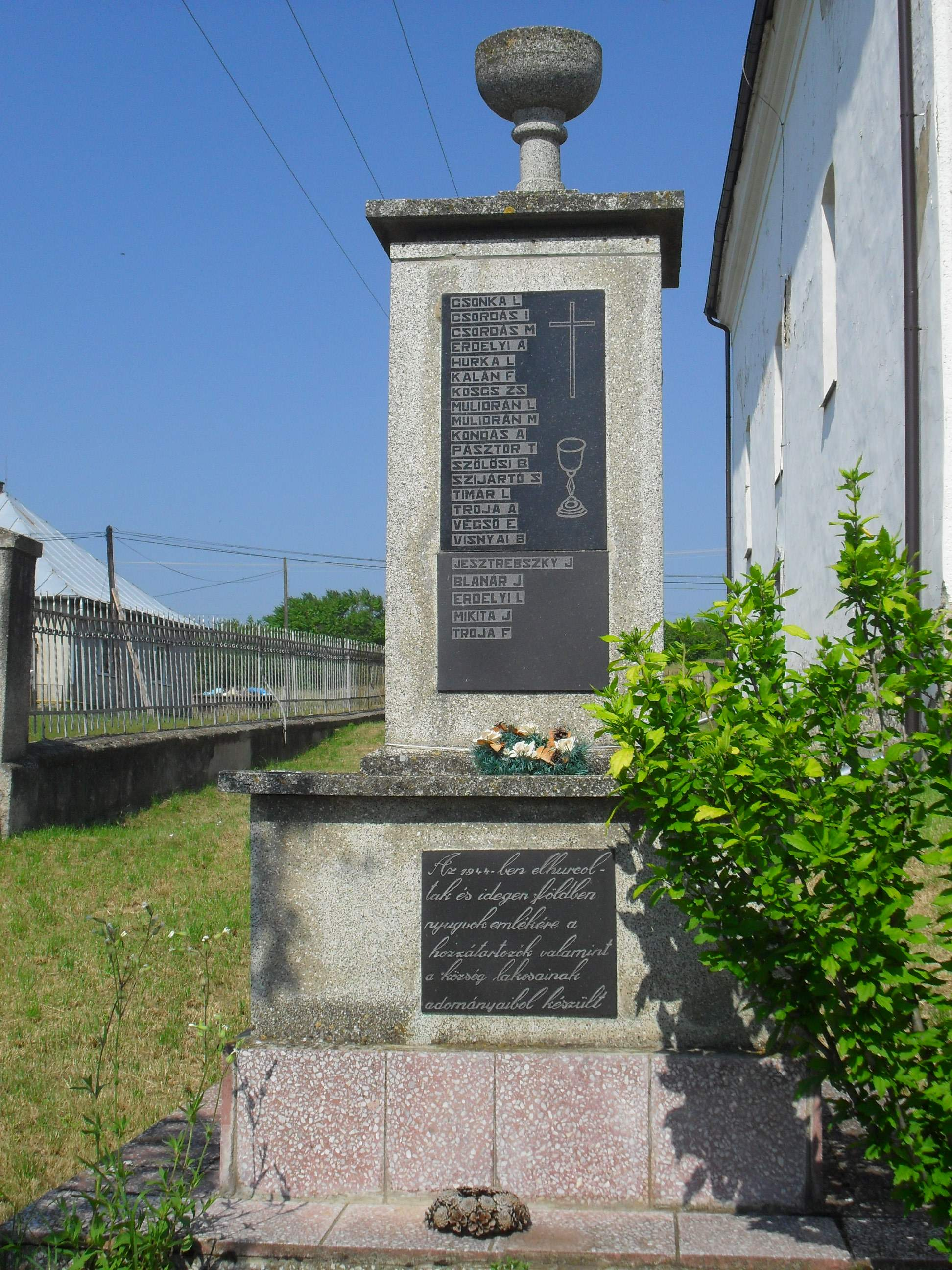

##### Nagykövesd

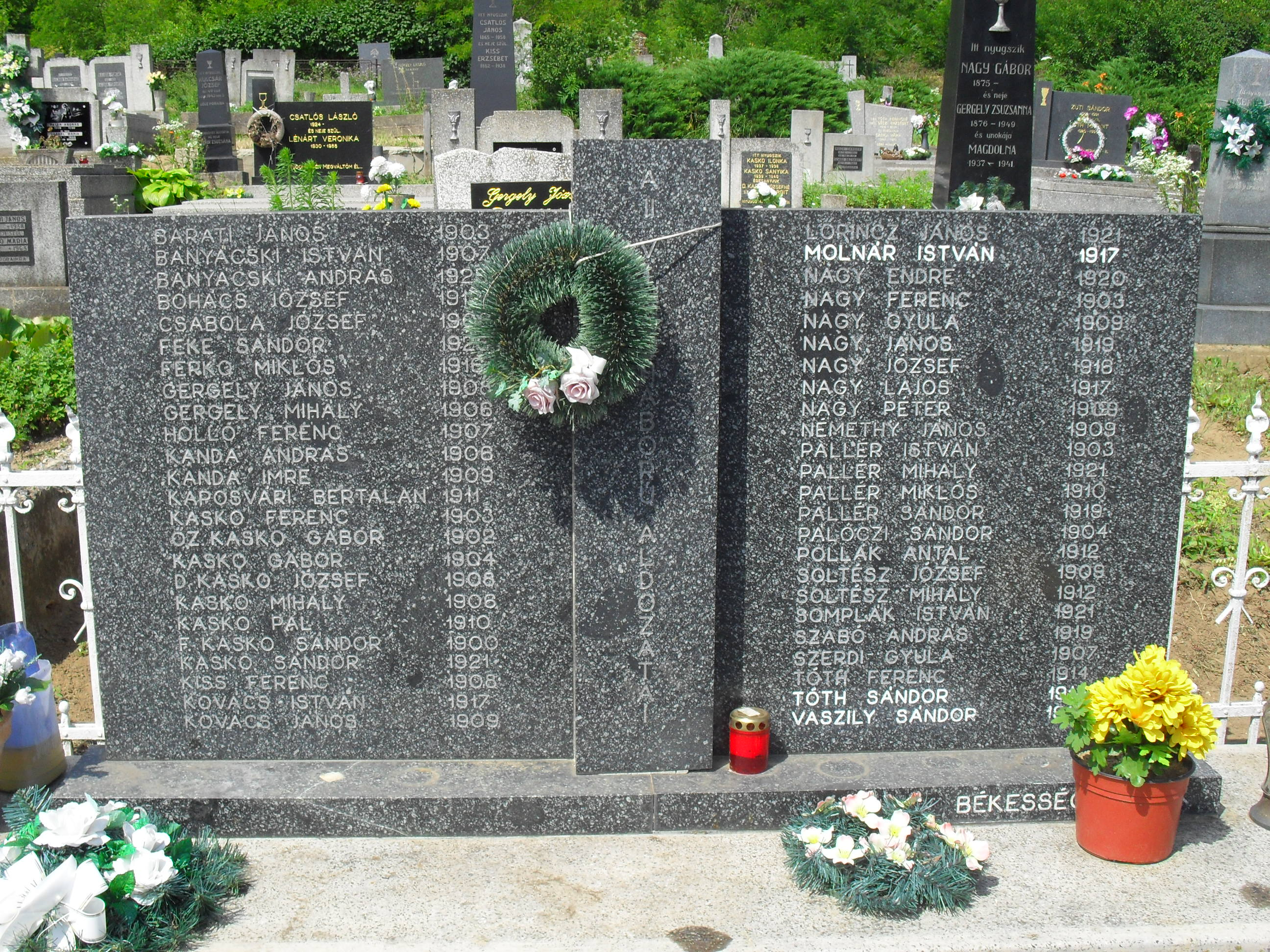
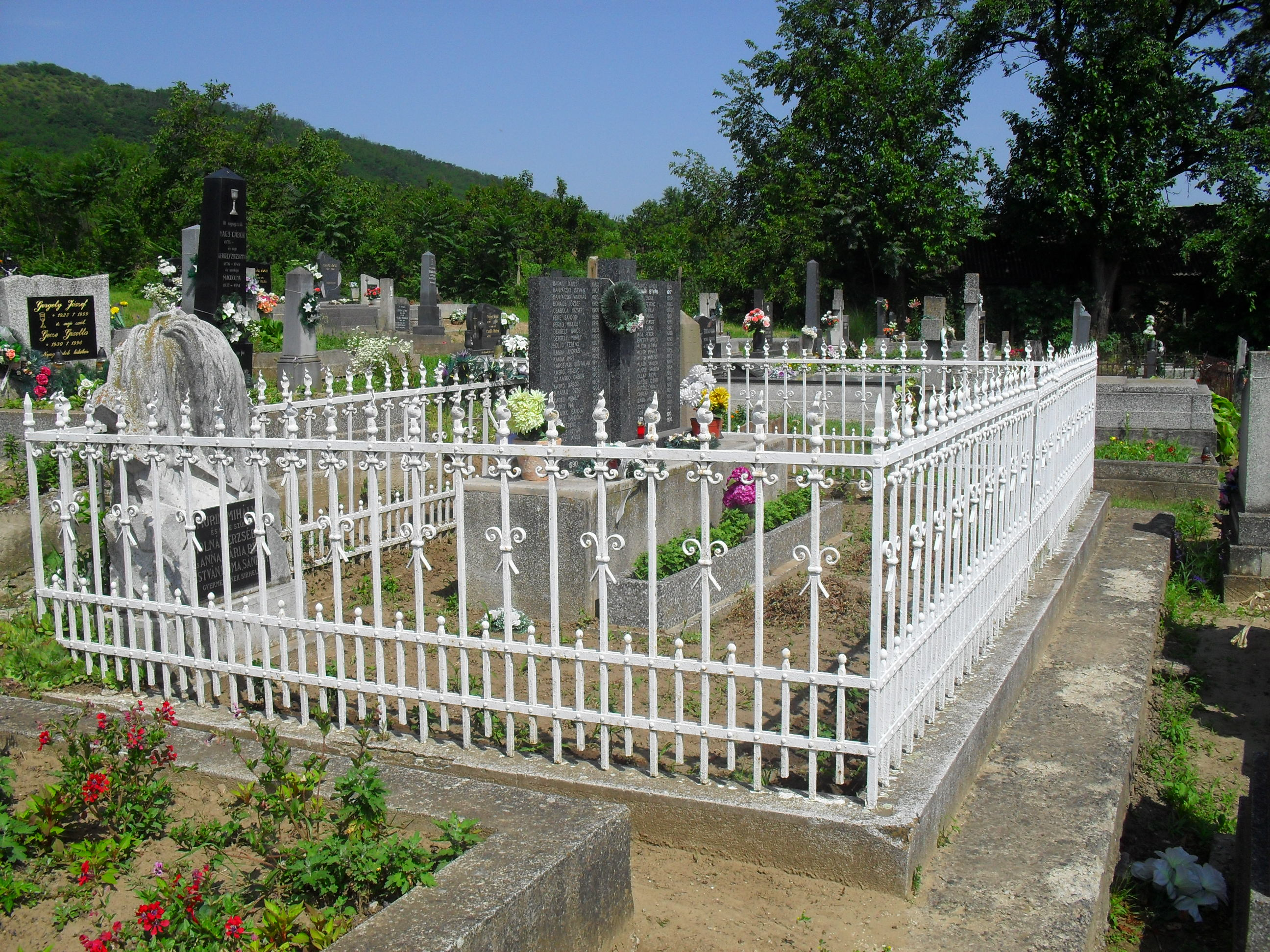

##### Őrös

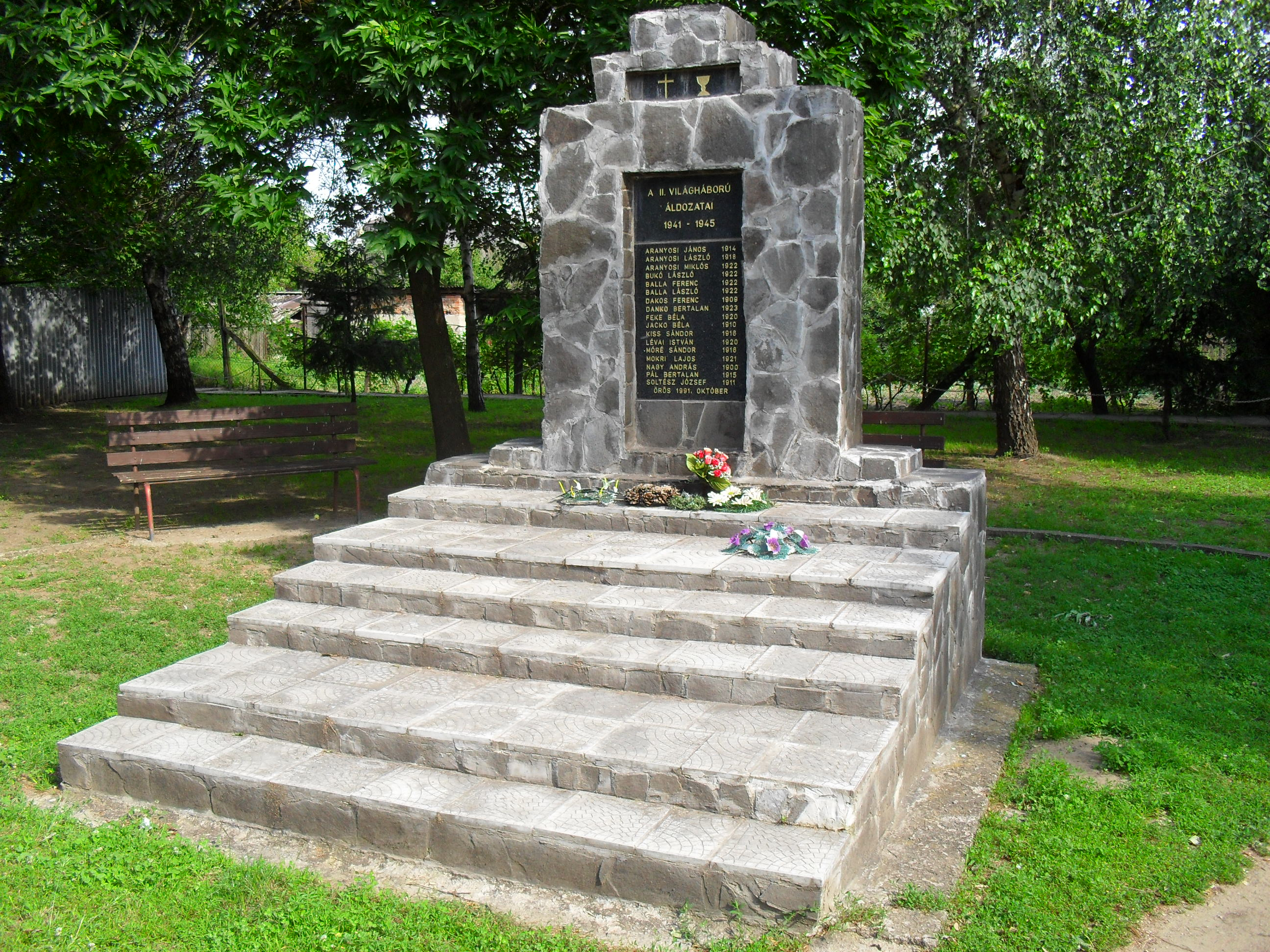

##### Szomotor

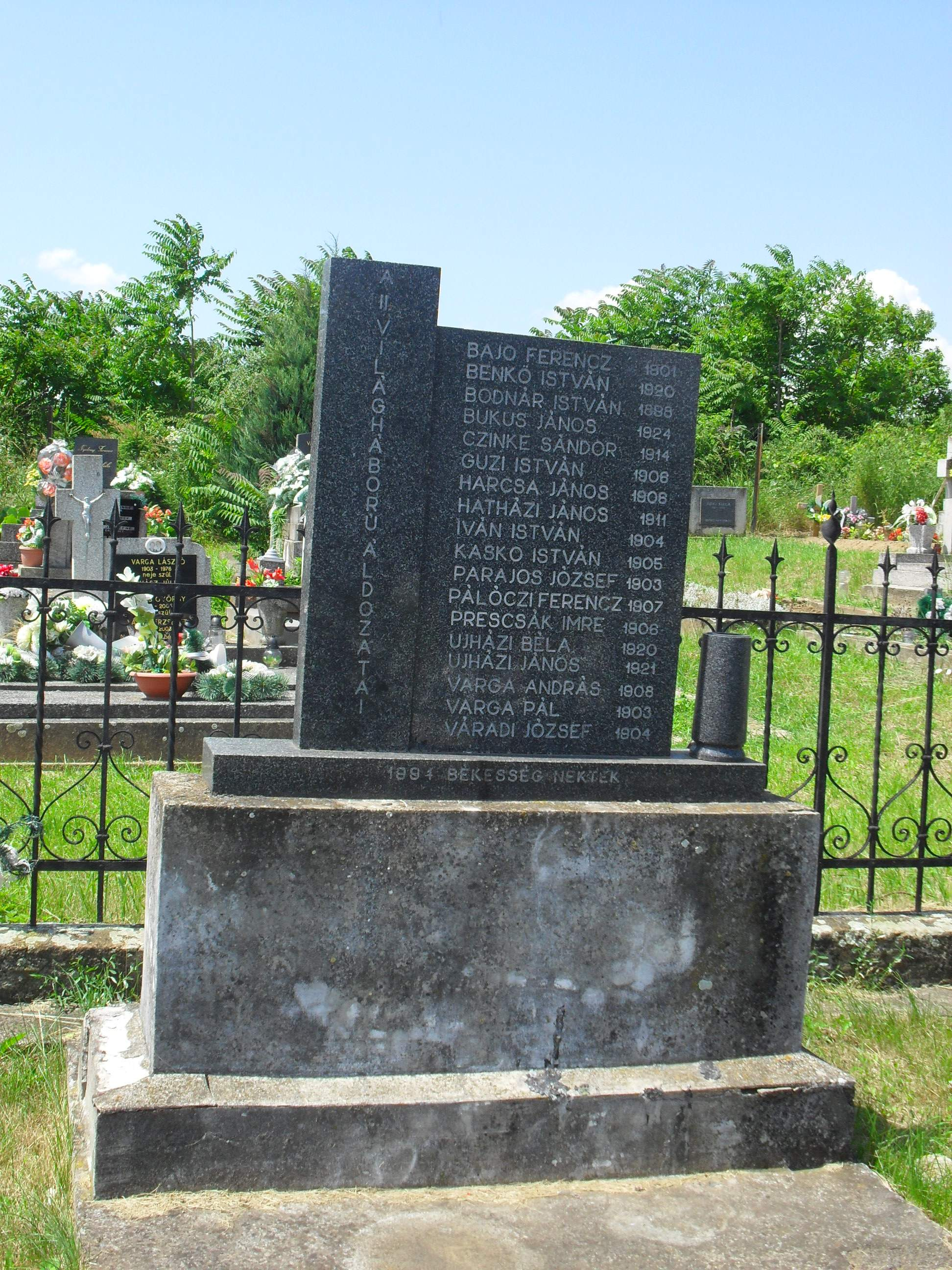
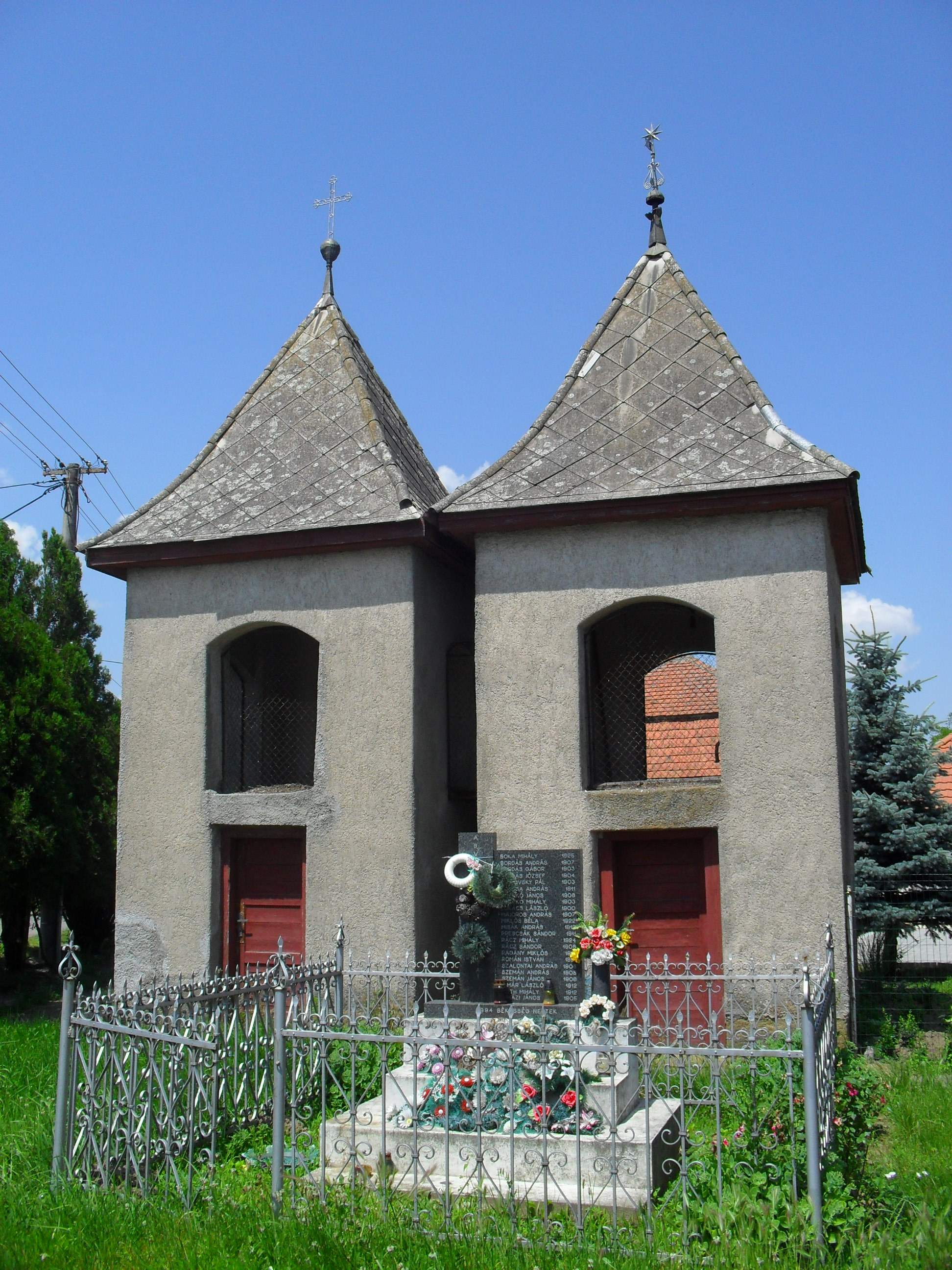
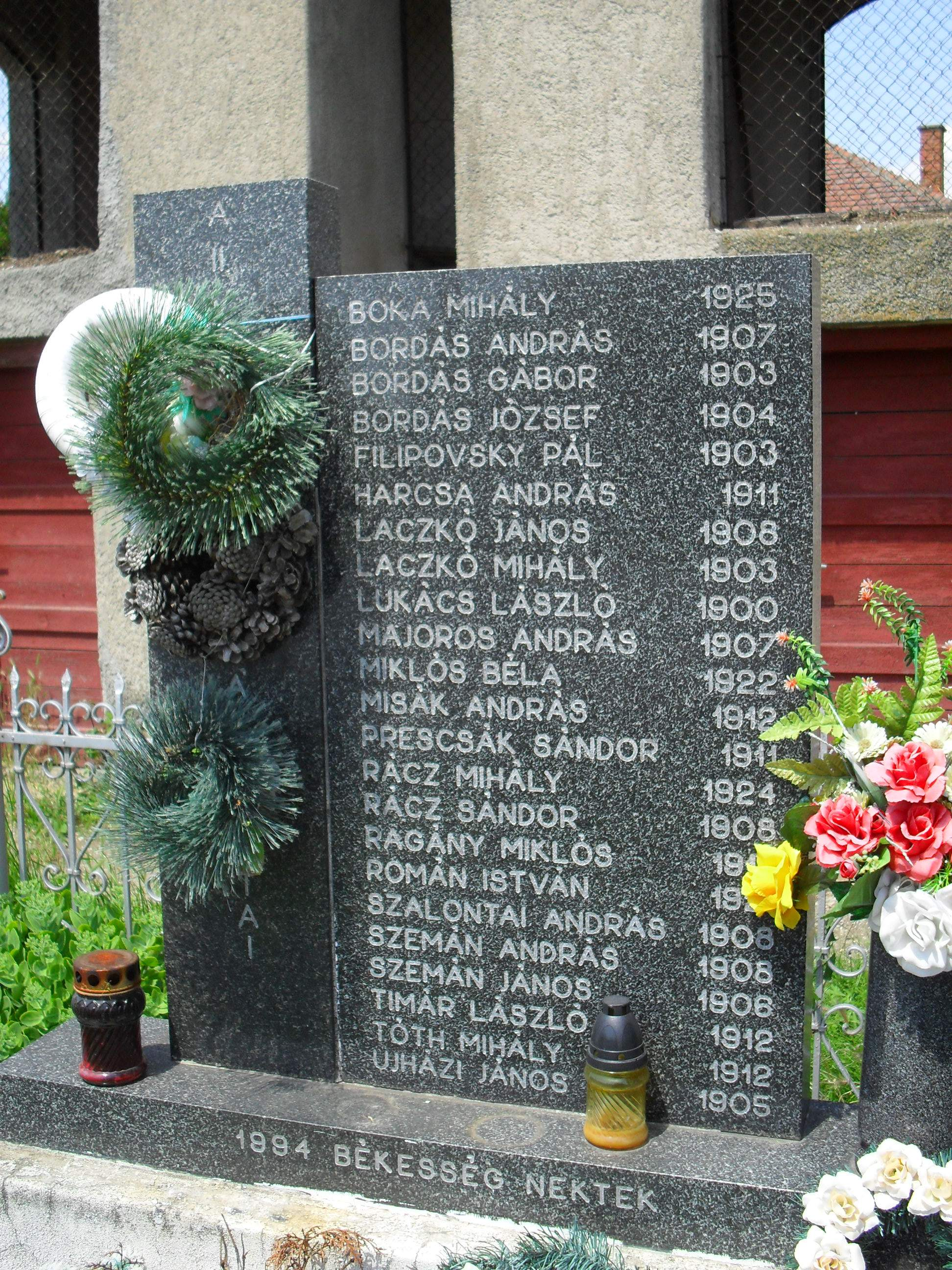

##### Szőlőske

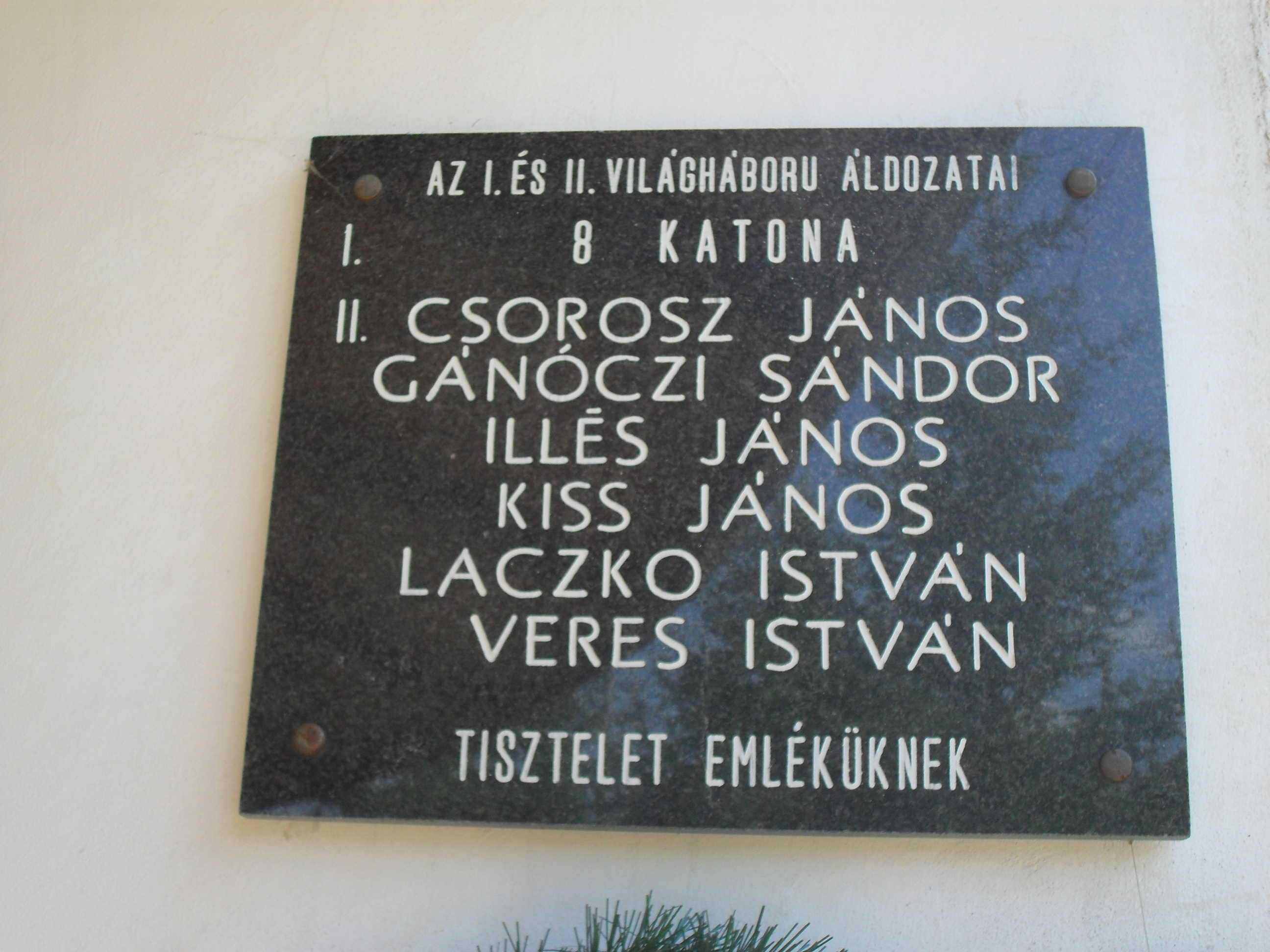

##### Sztankóc

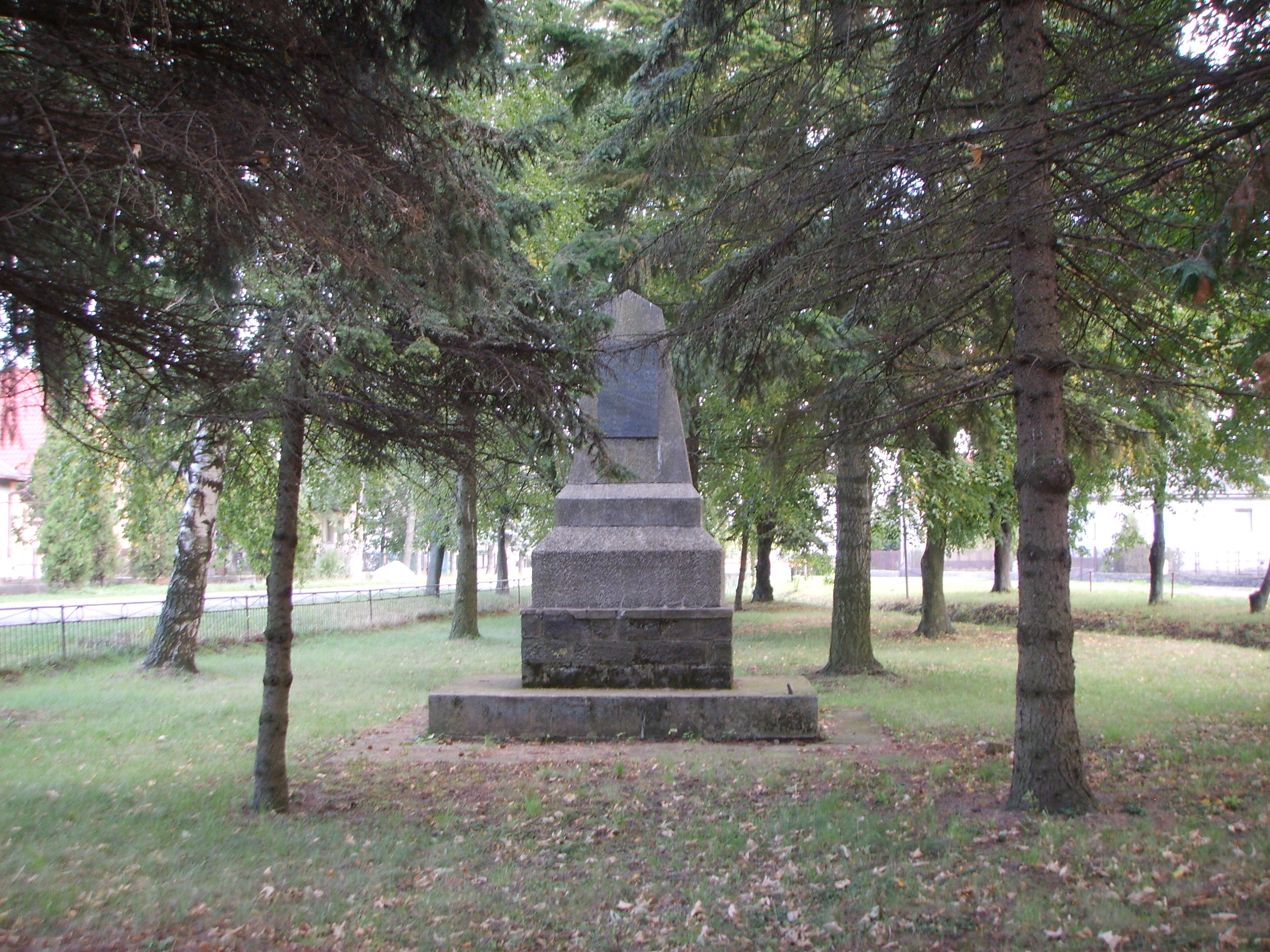

##### Véke

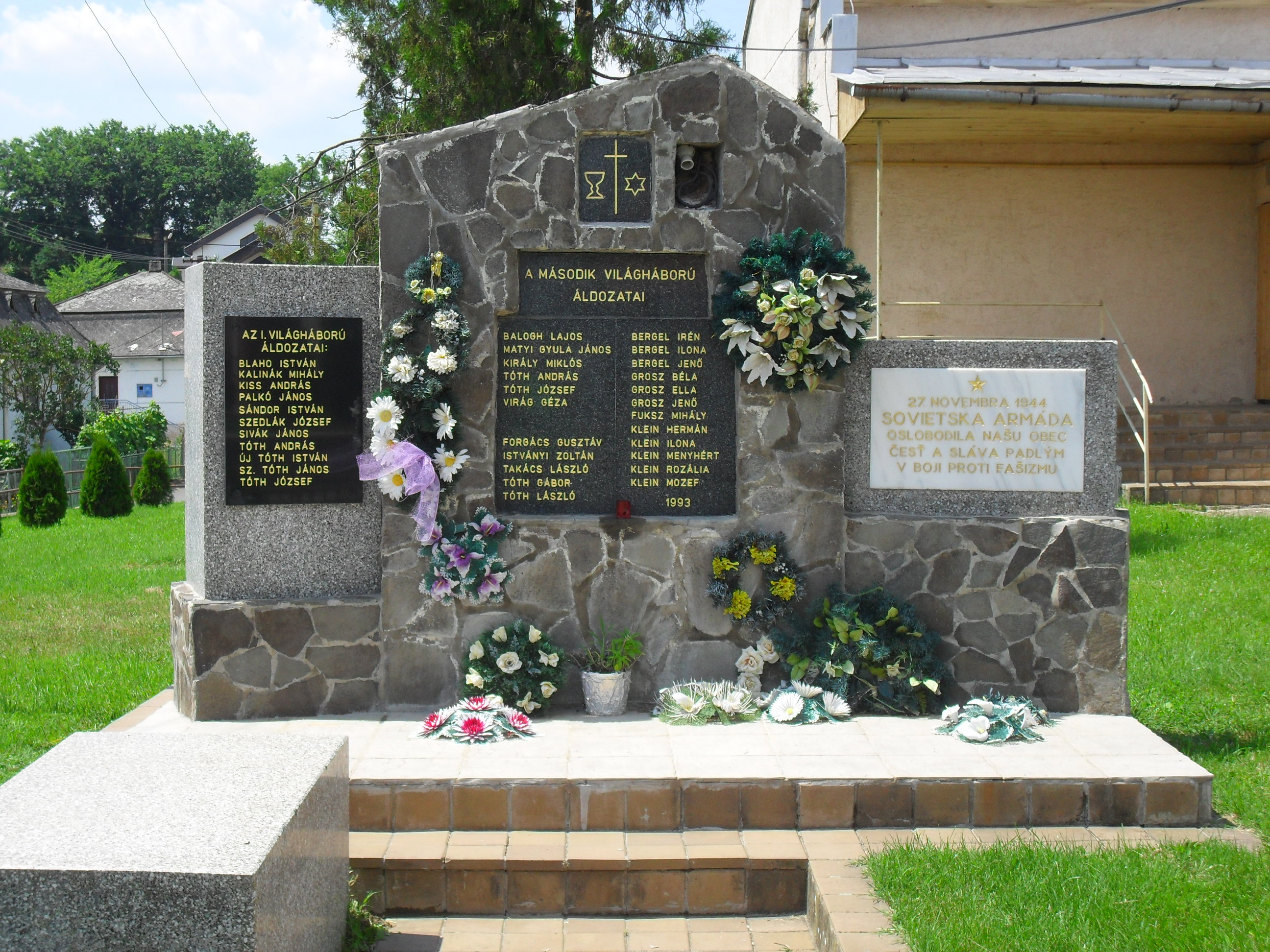

##### Zemplén

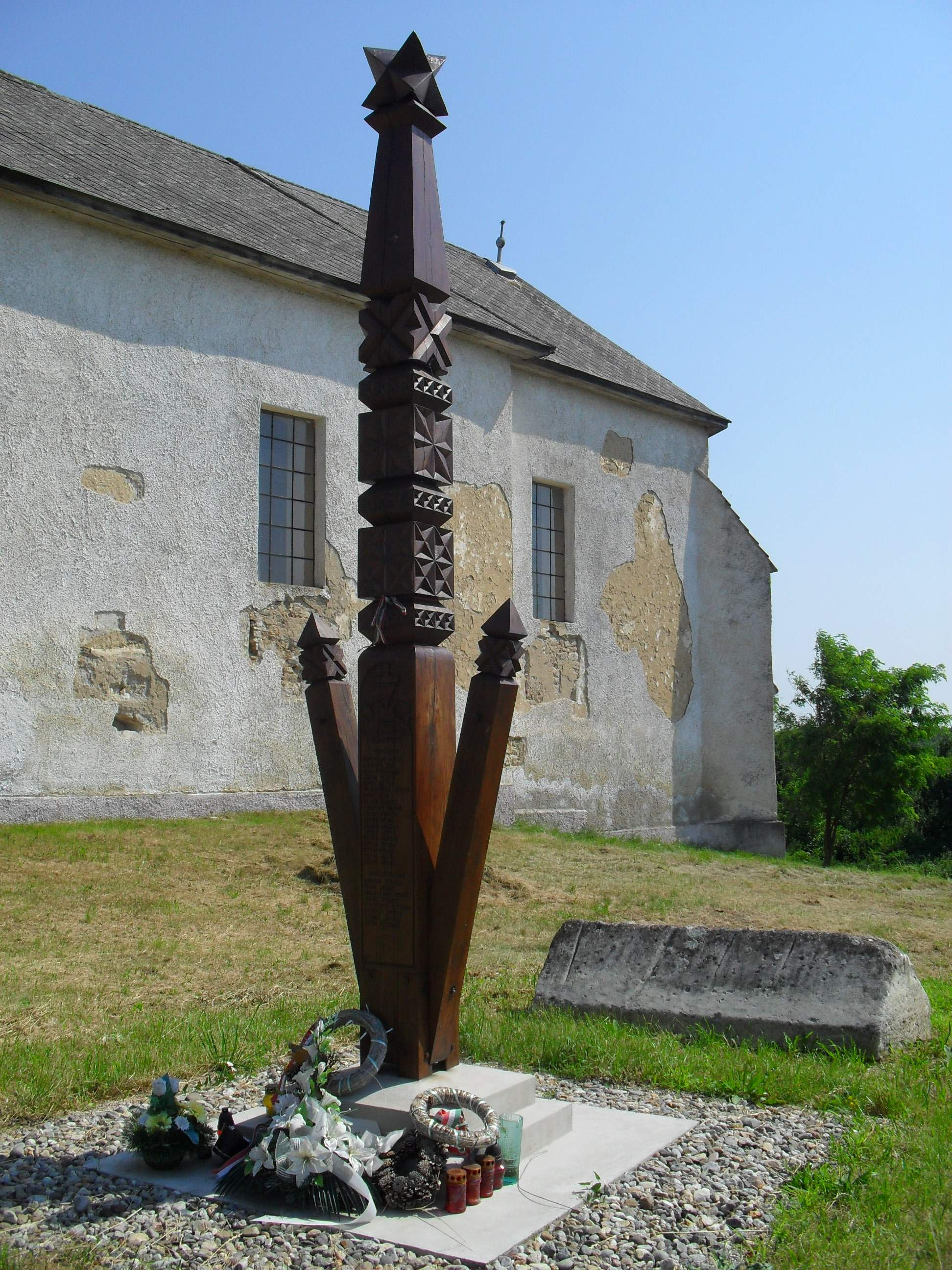

##### Alistál

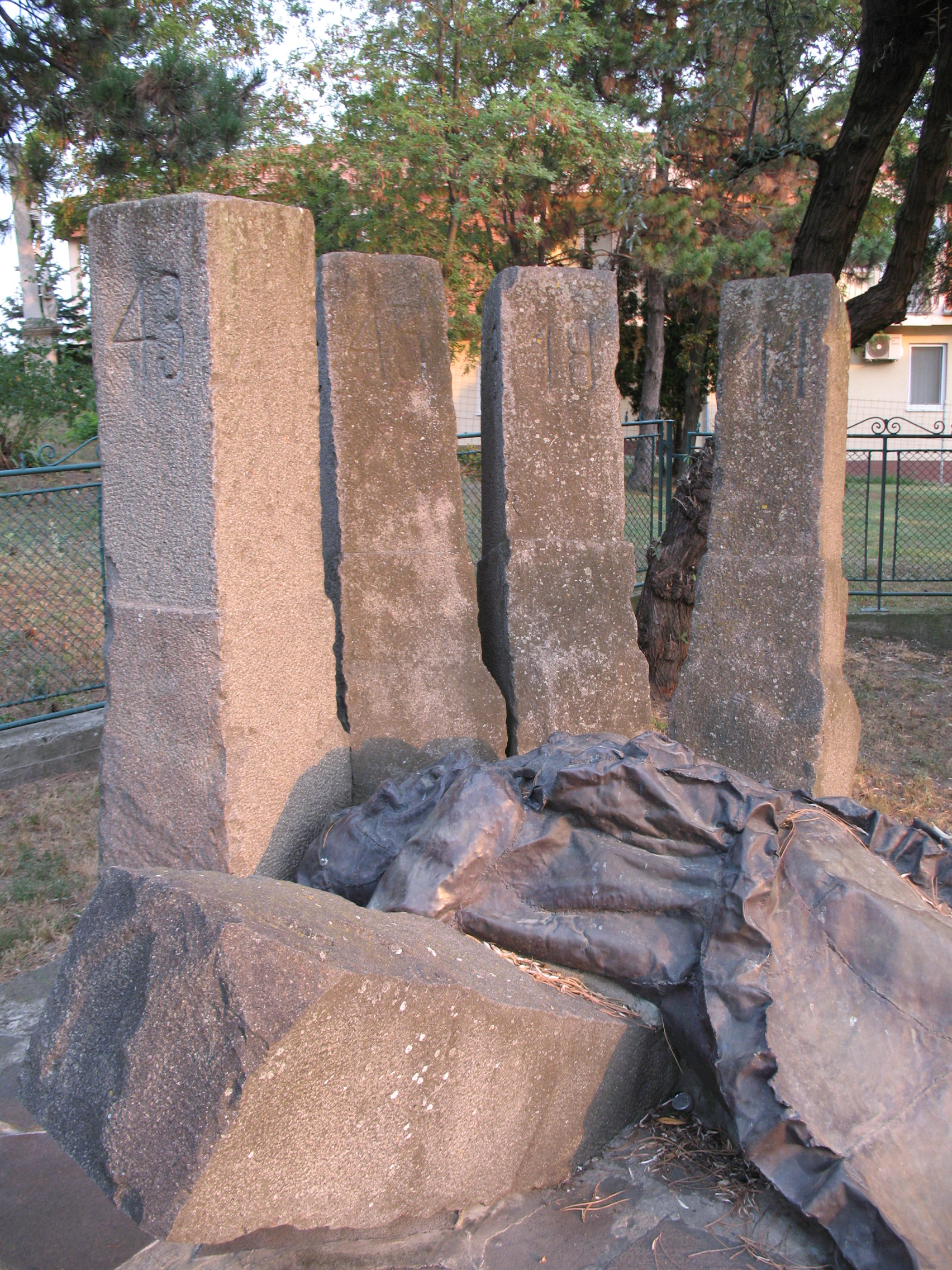

##### Bacsfa

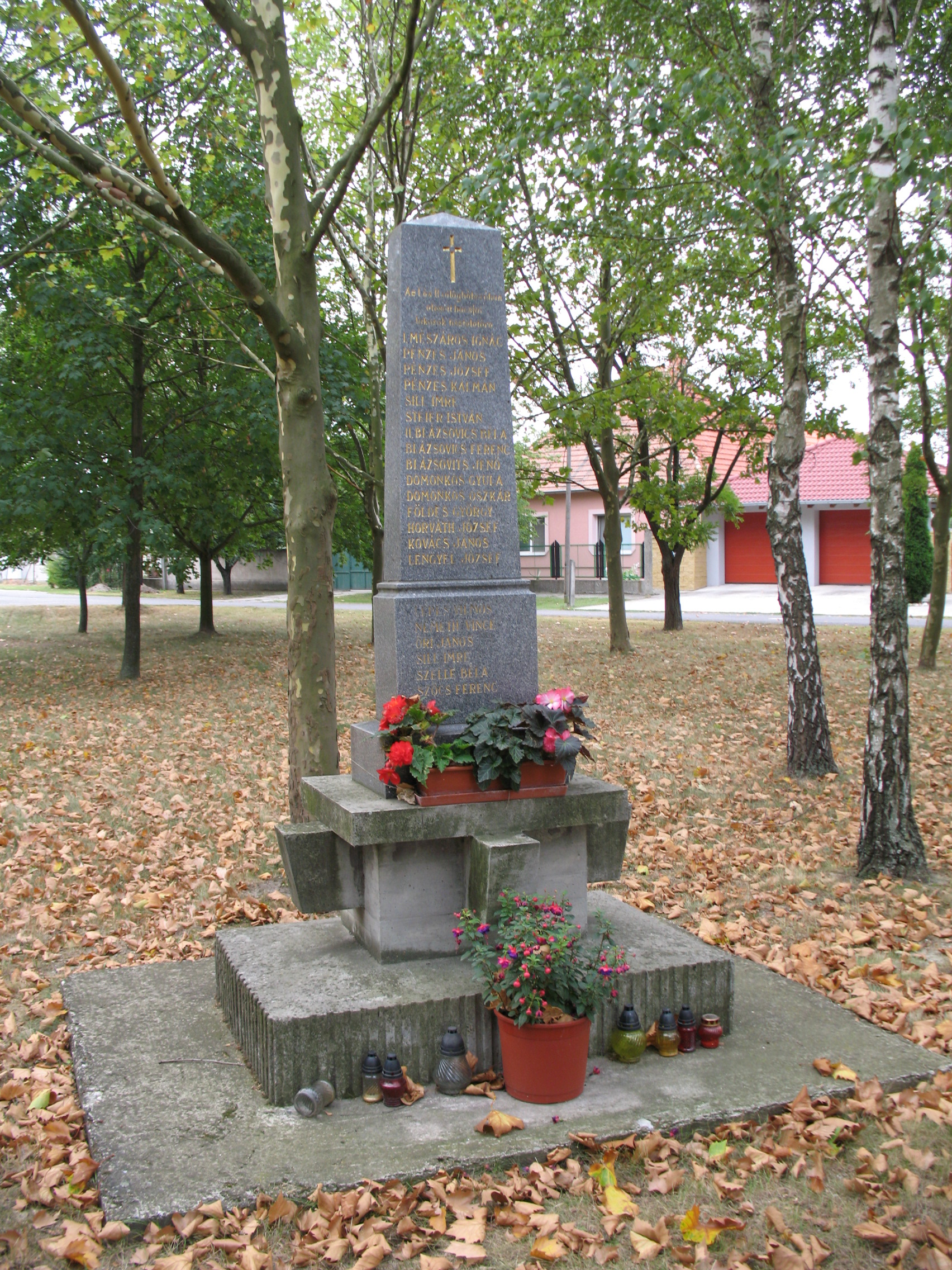

##### Baka

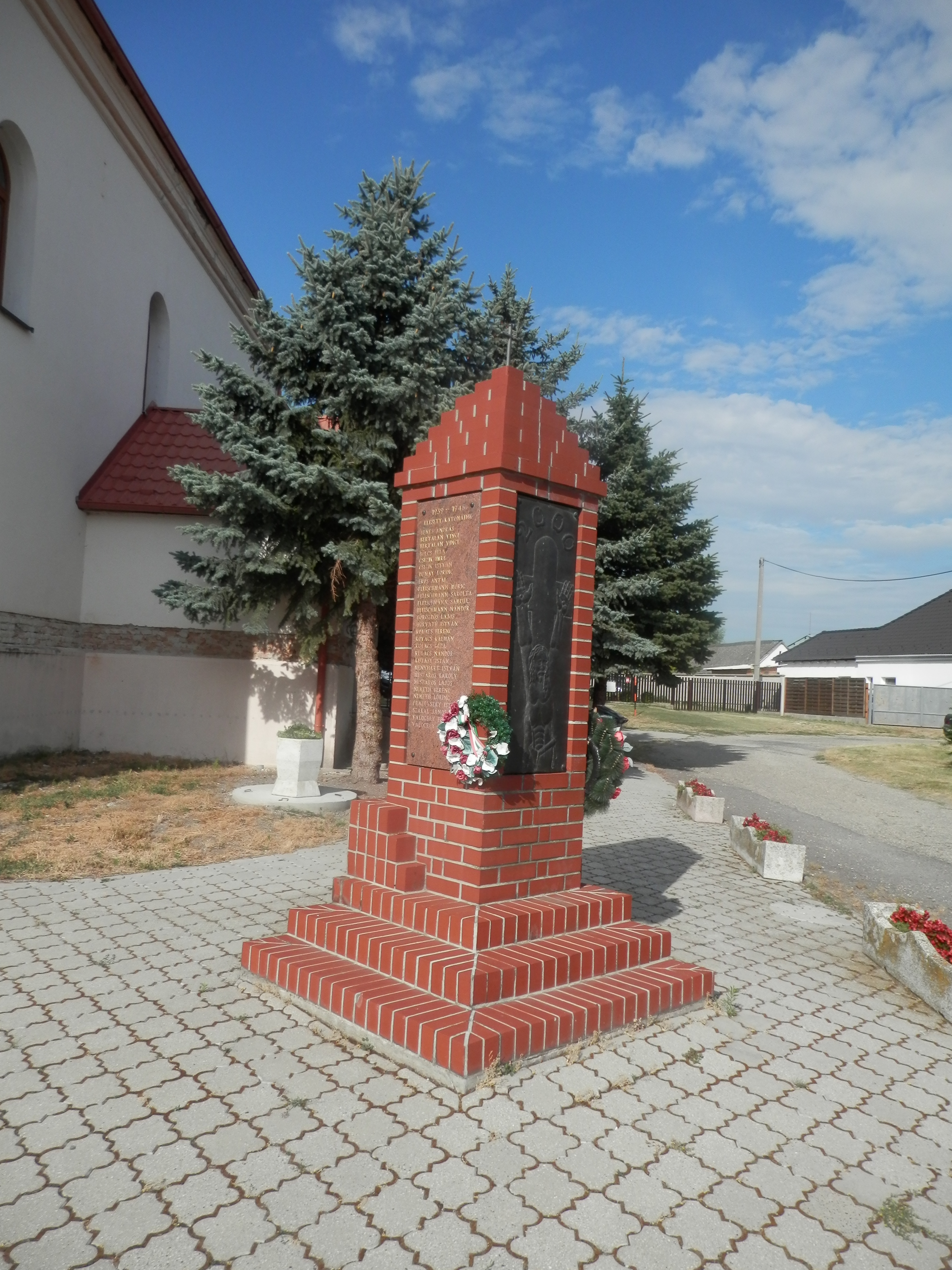
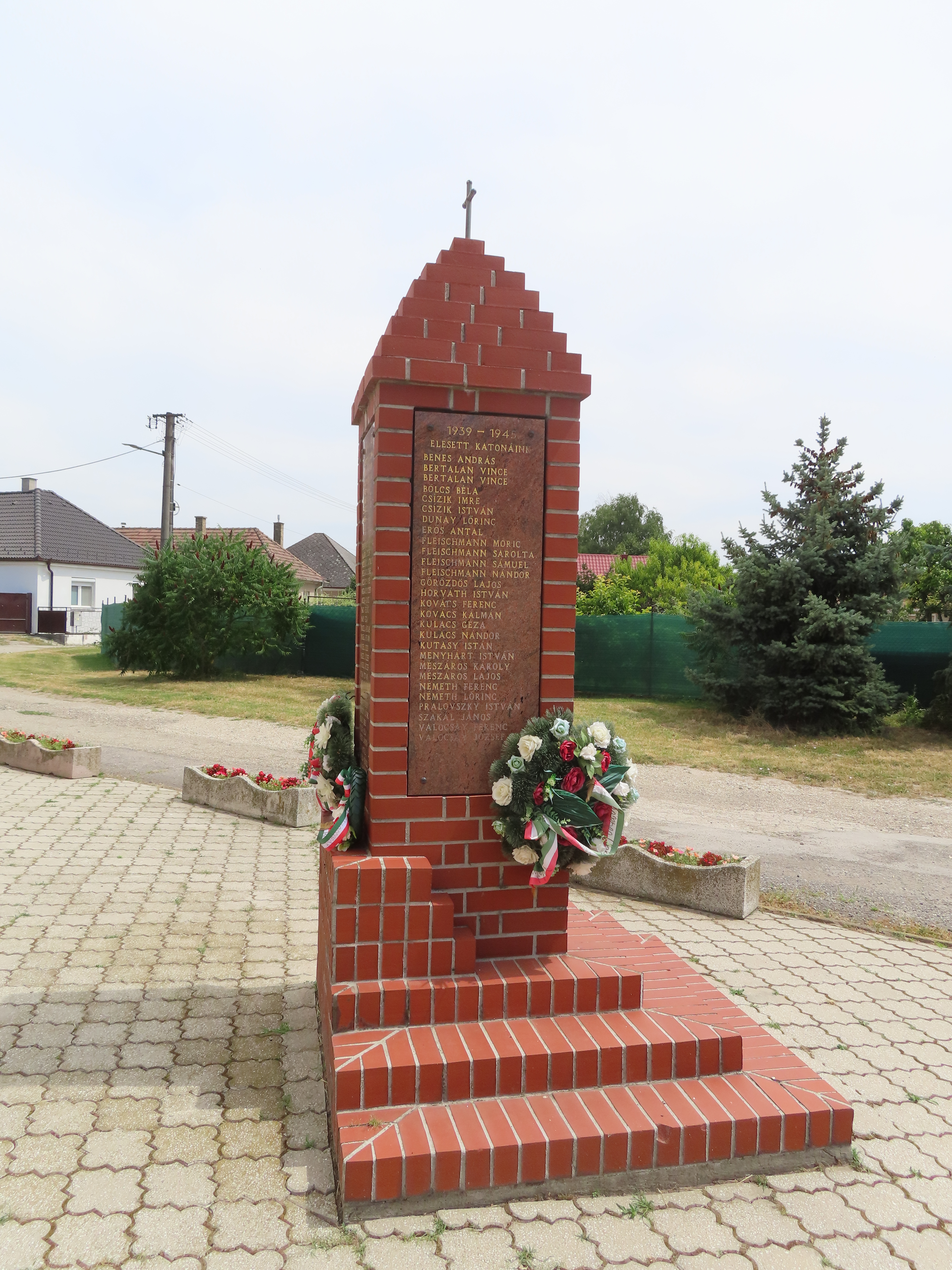
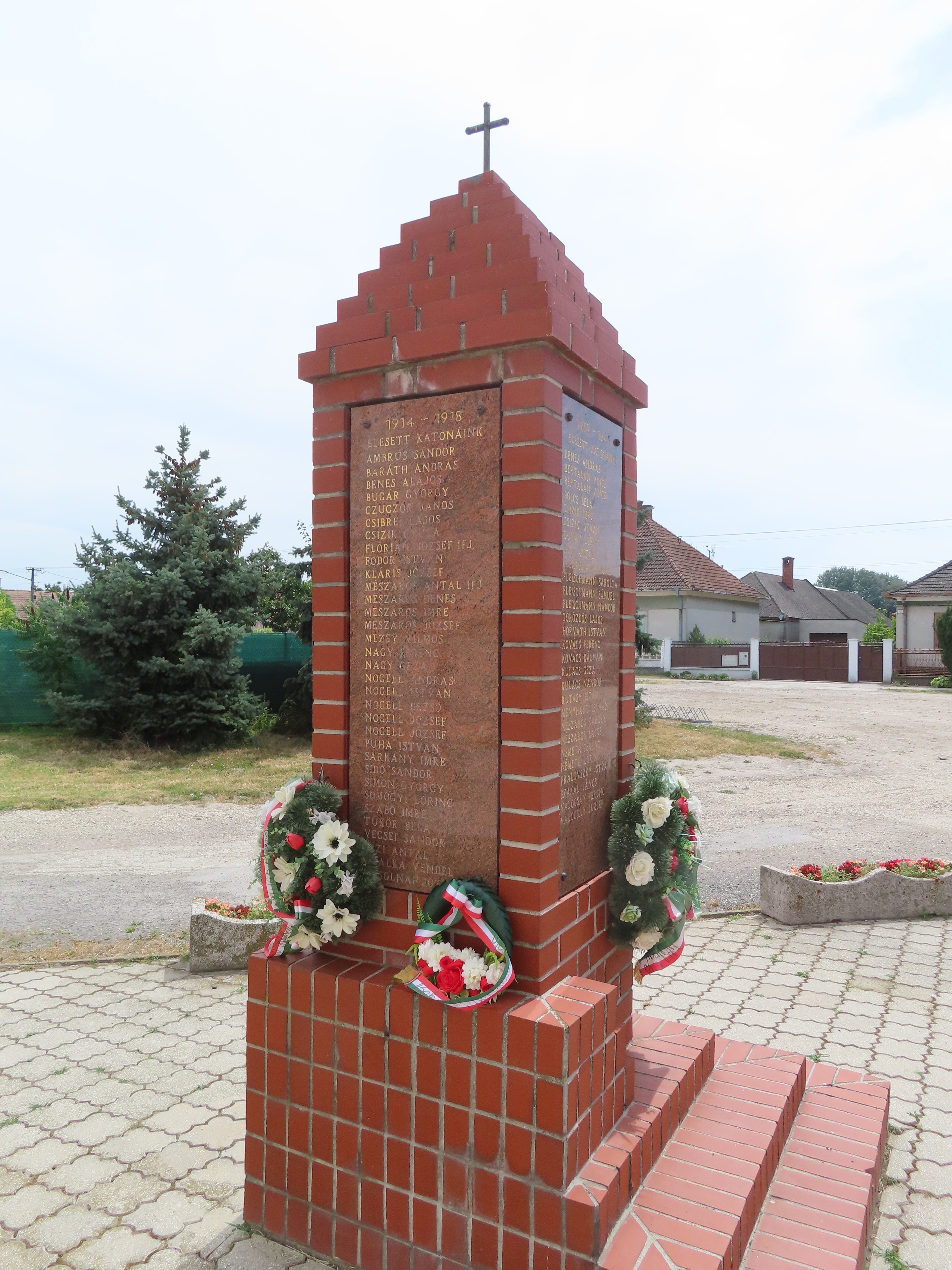
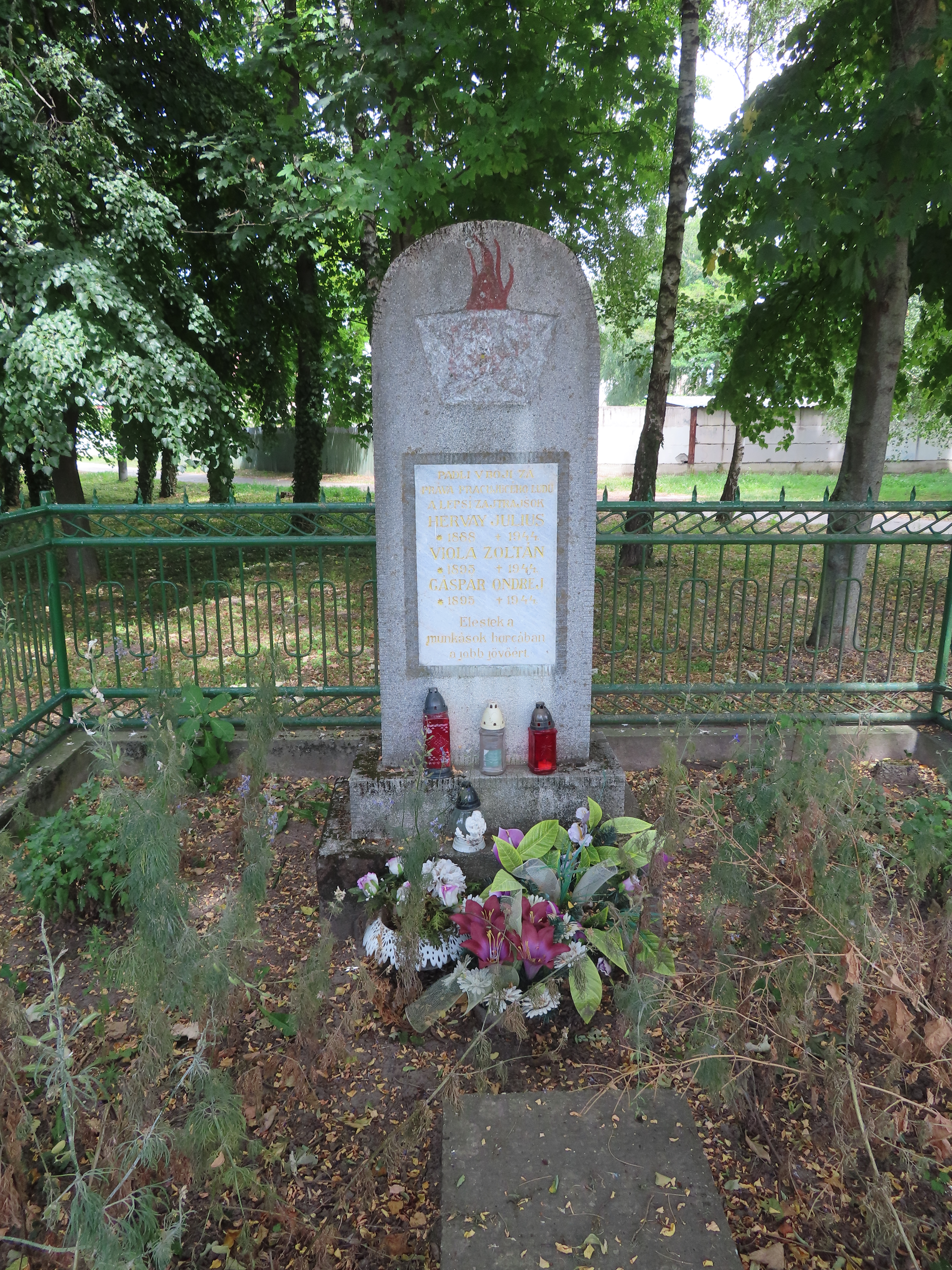

##### Balony

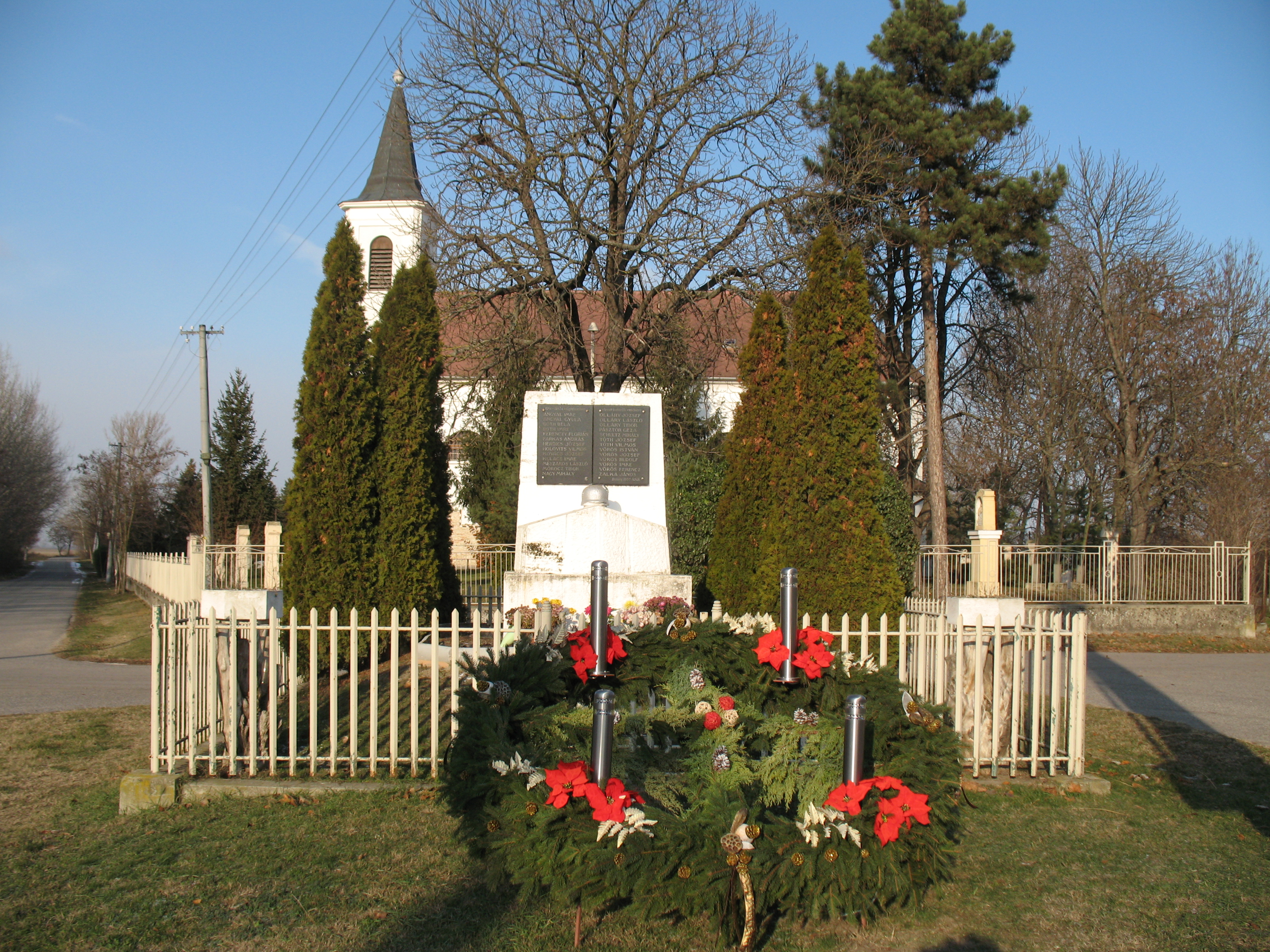

##### Bős

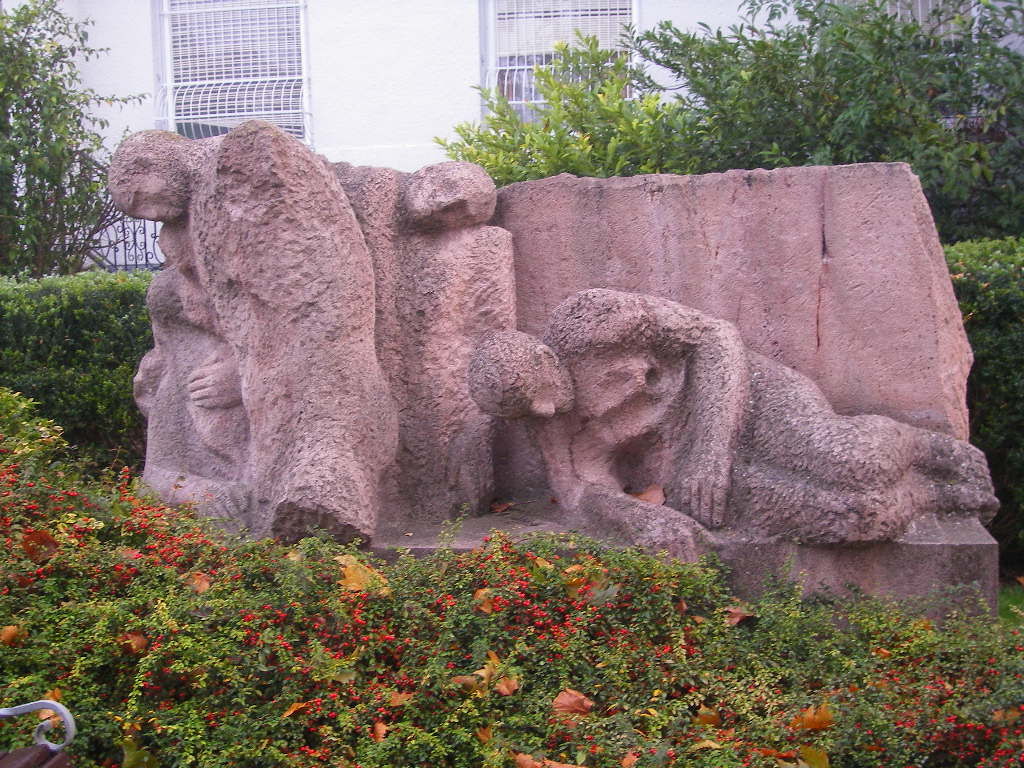
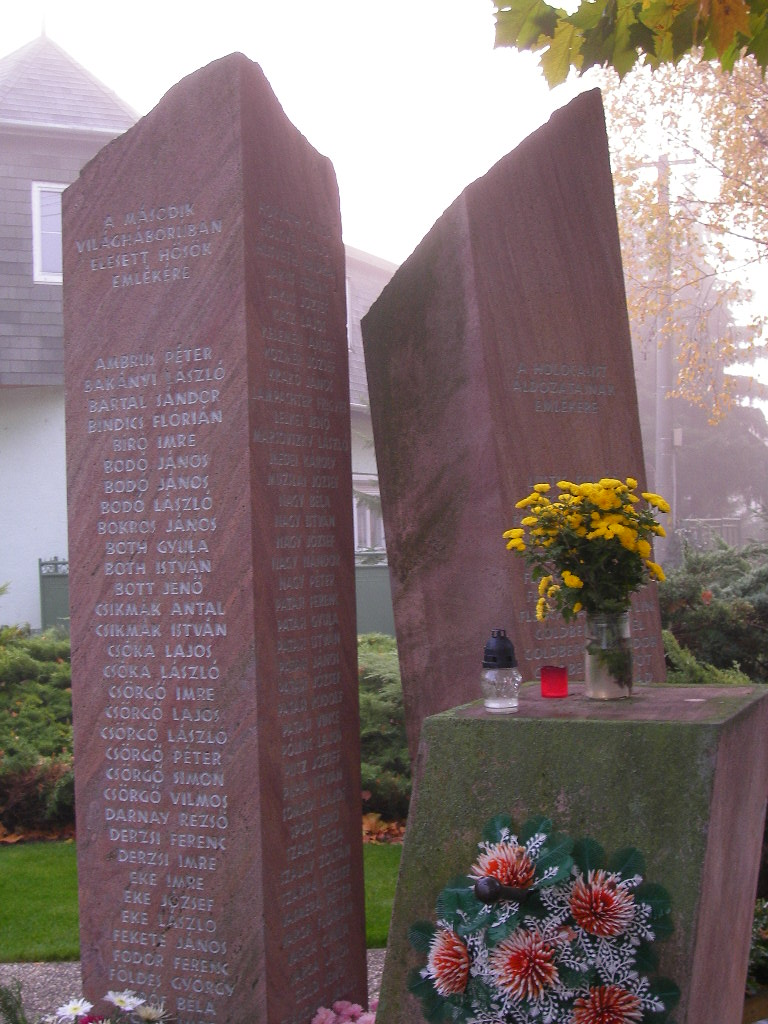

##### Csallóközkürt

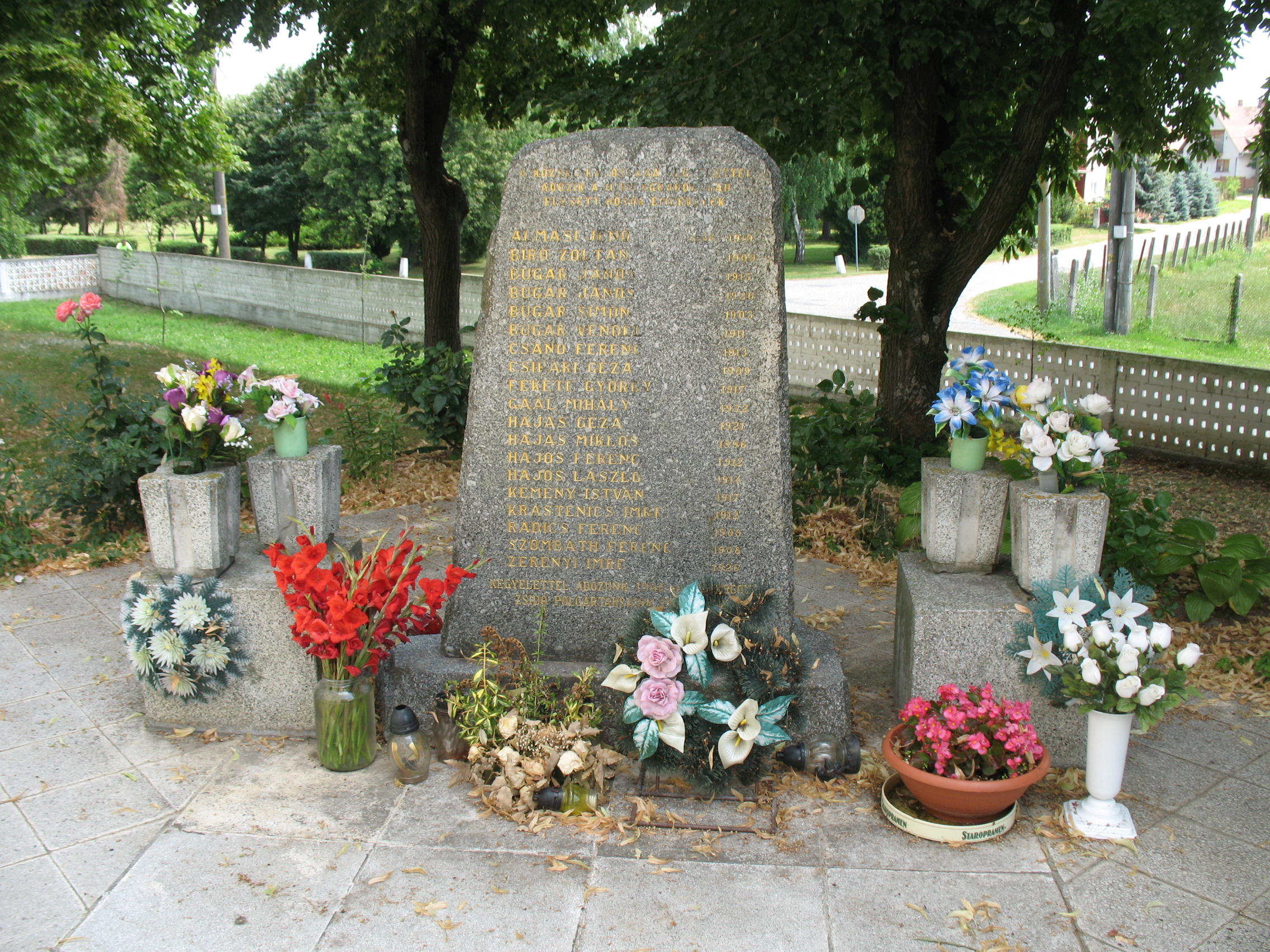

##### Csallóköztárnok

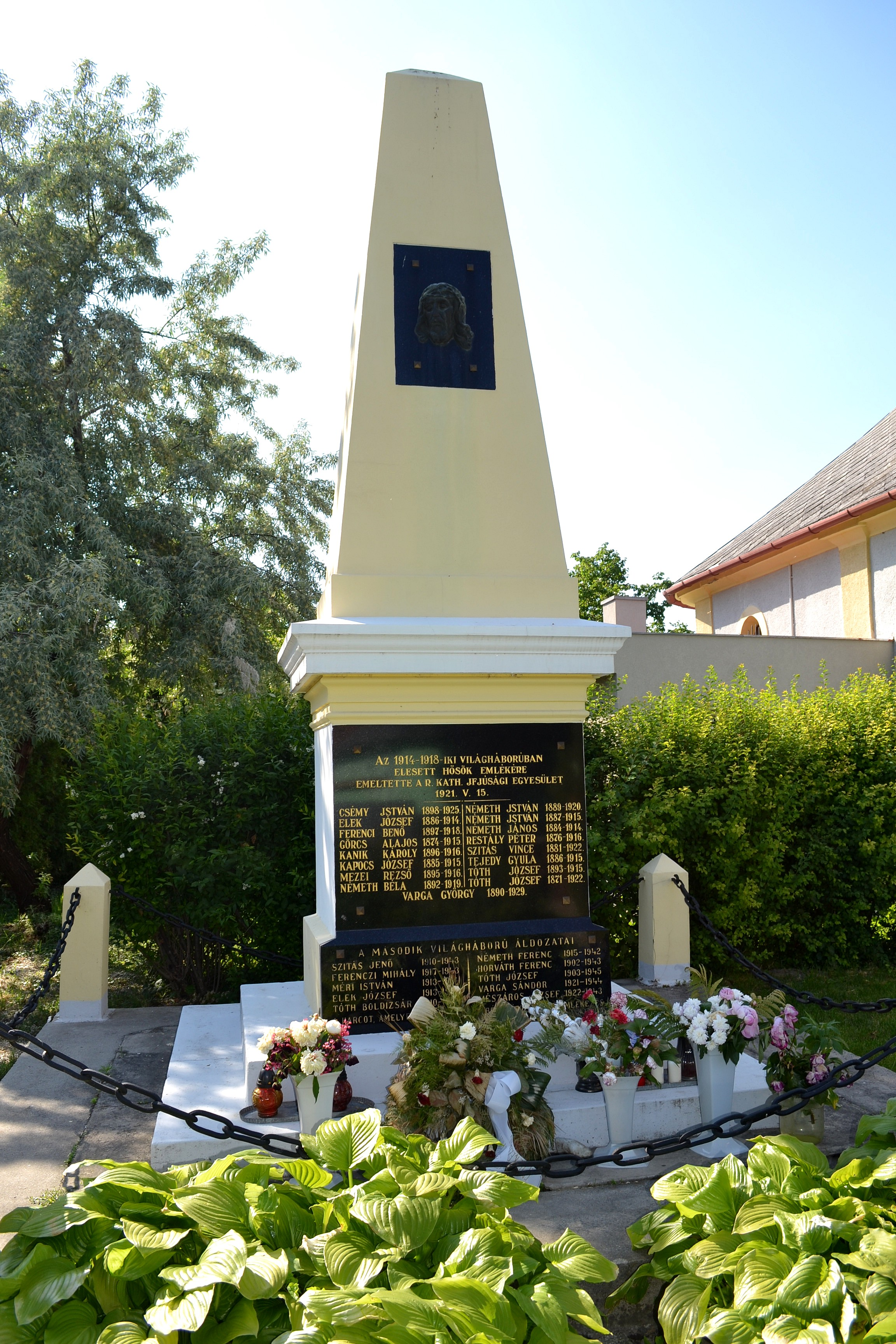

##### Csiliznyárad

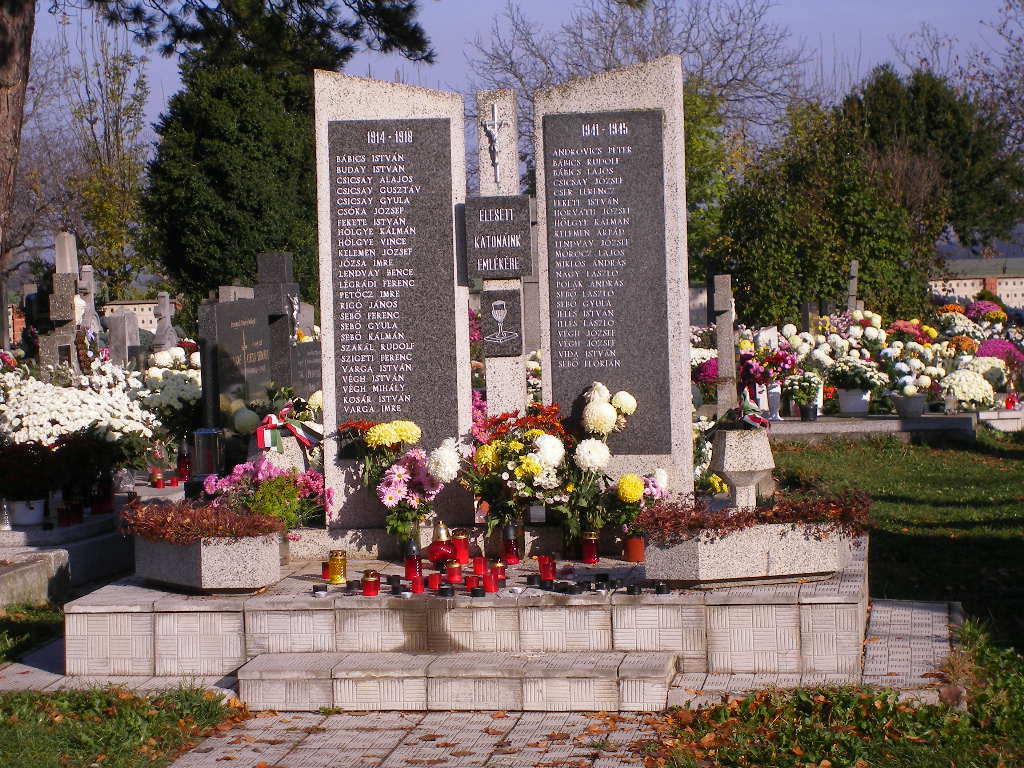

##### Csilizradvány

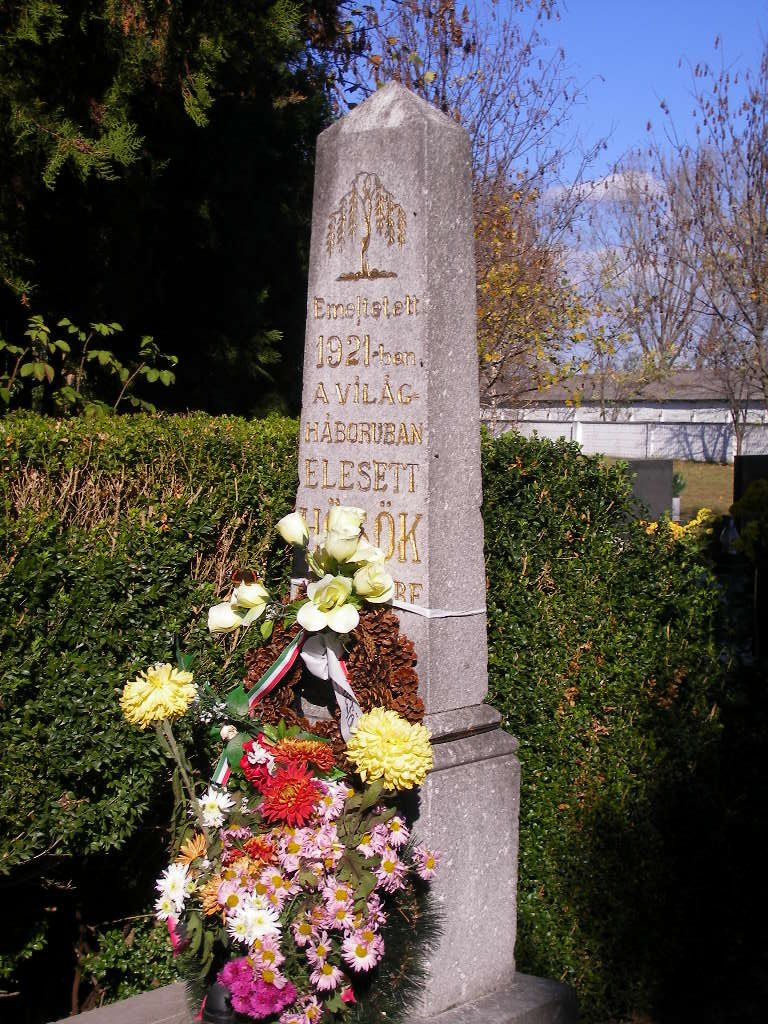
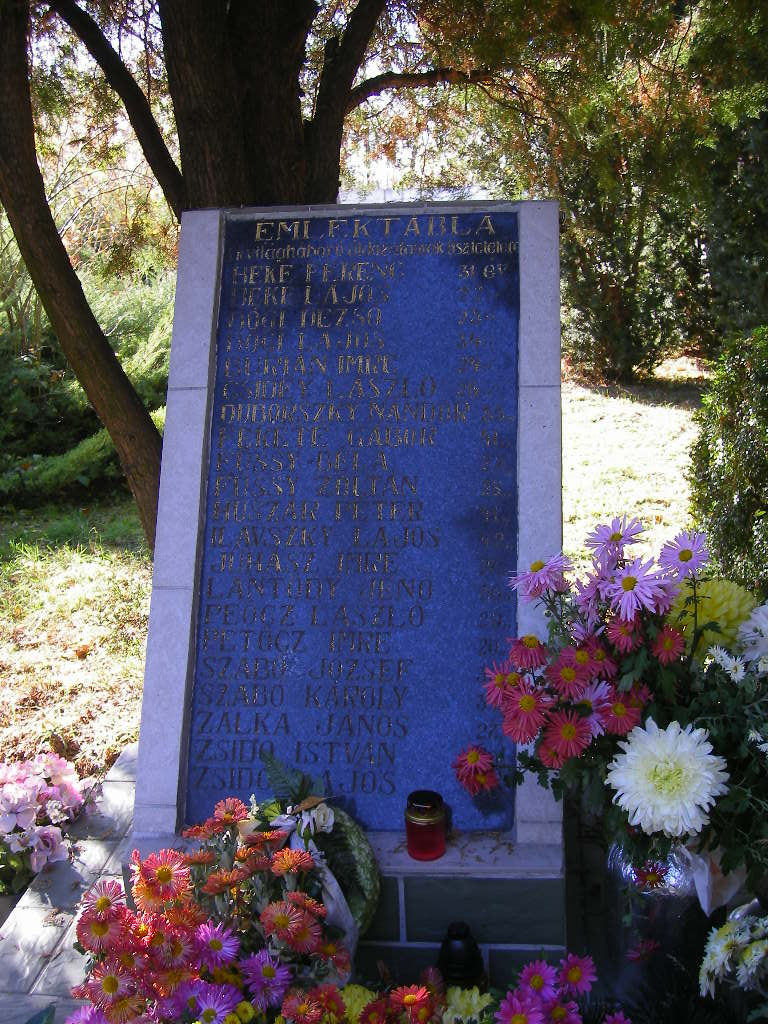

##### Csallóközcsütörtök

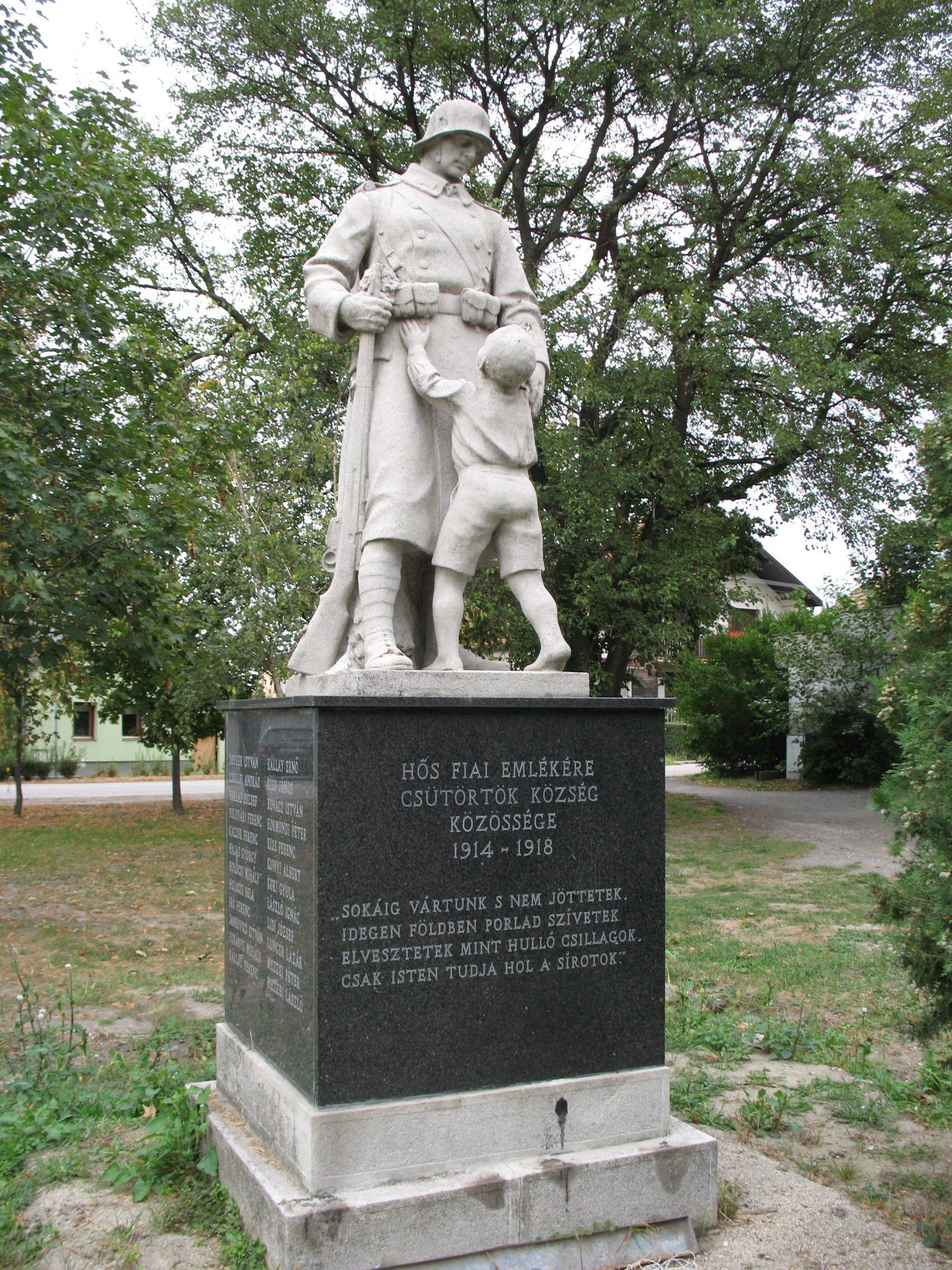
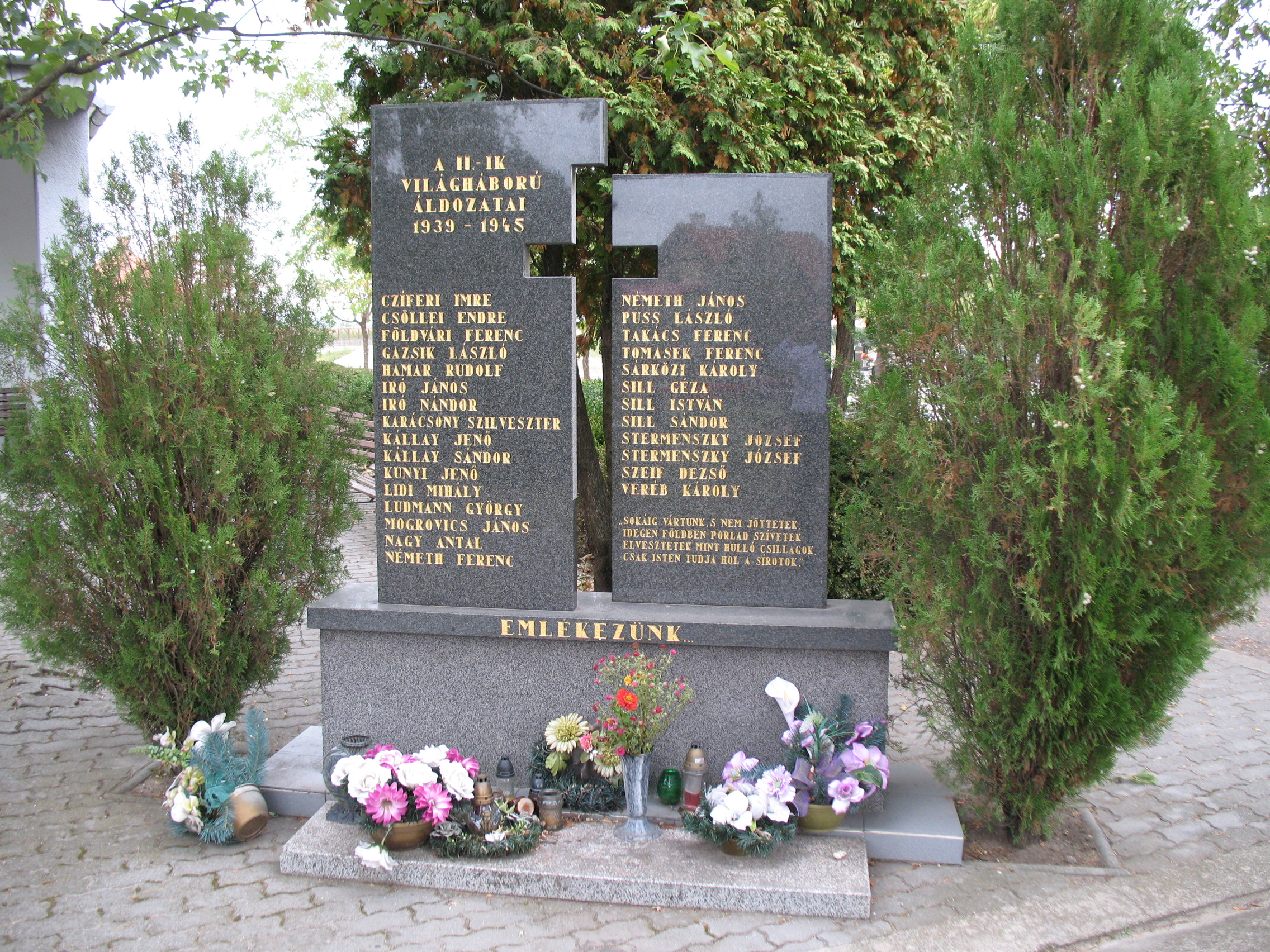

##### Dunaszerdahely

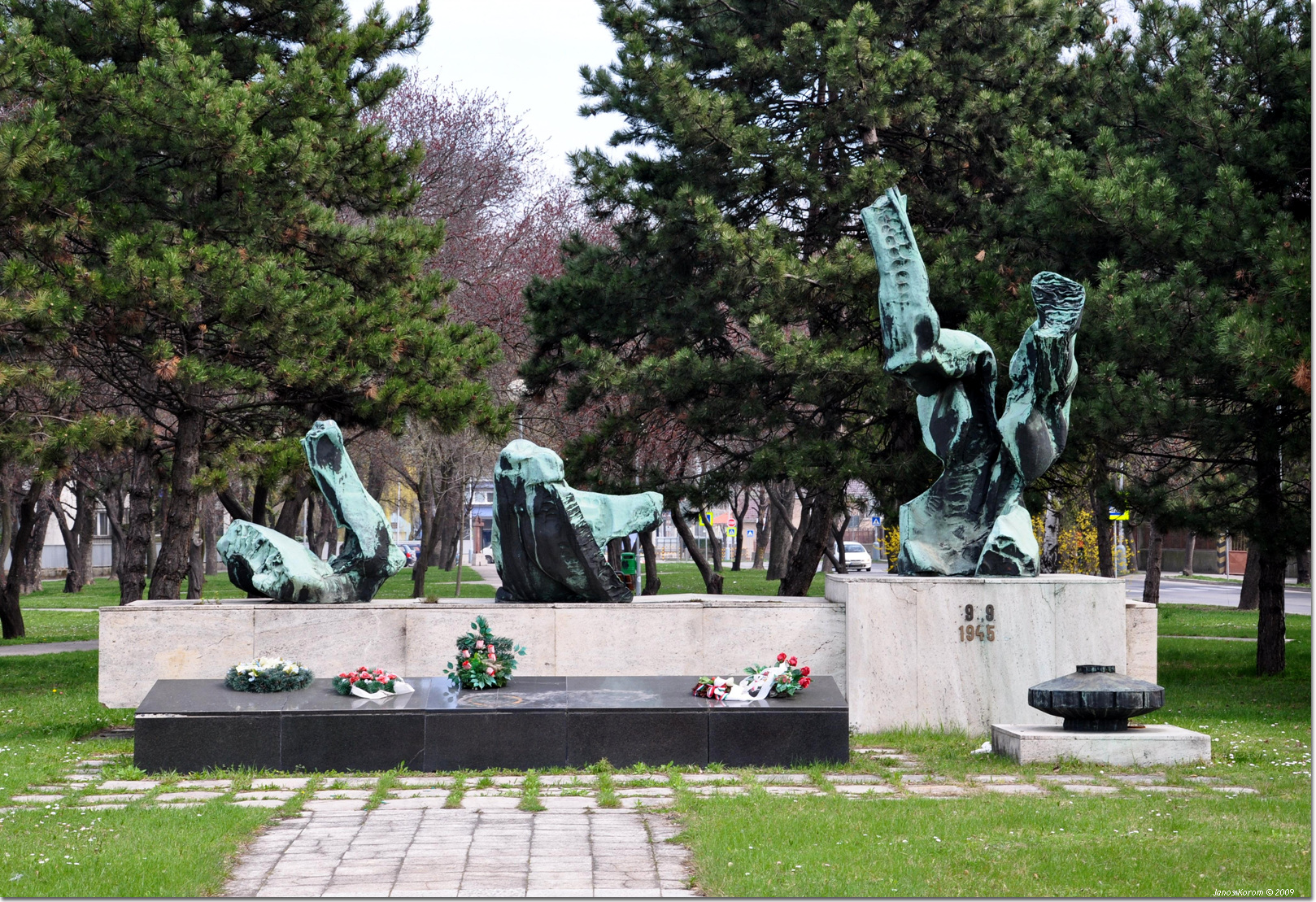
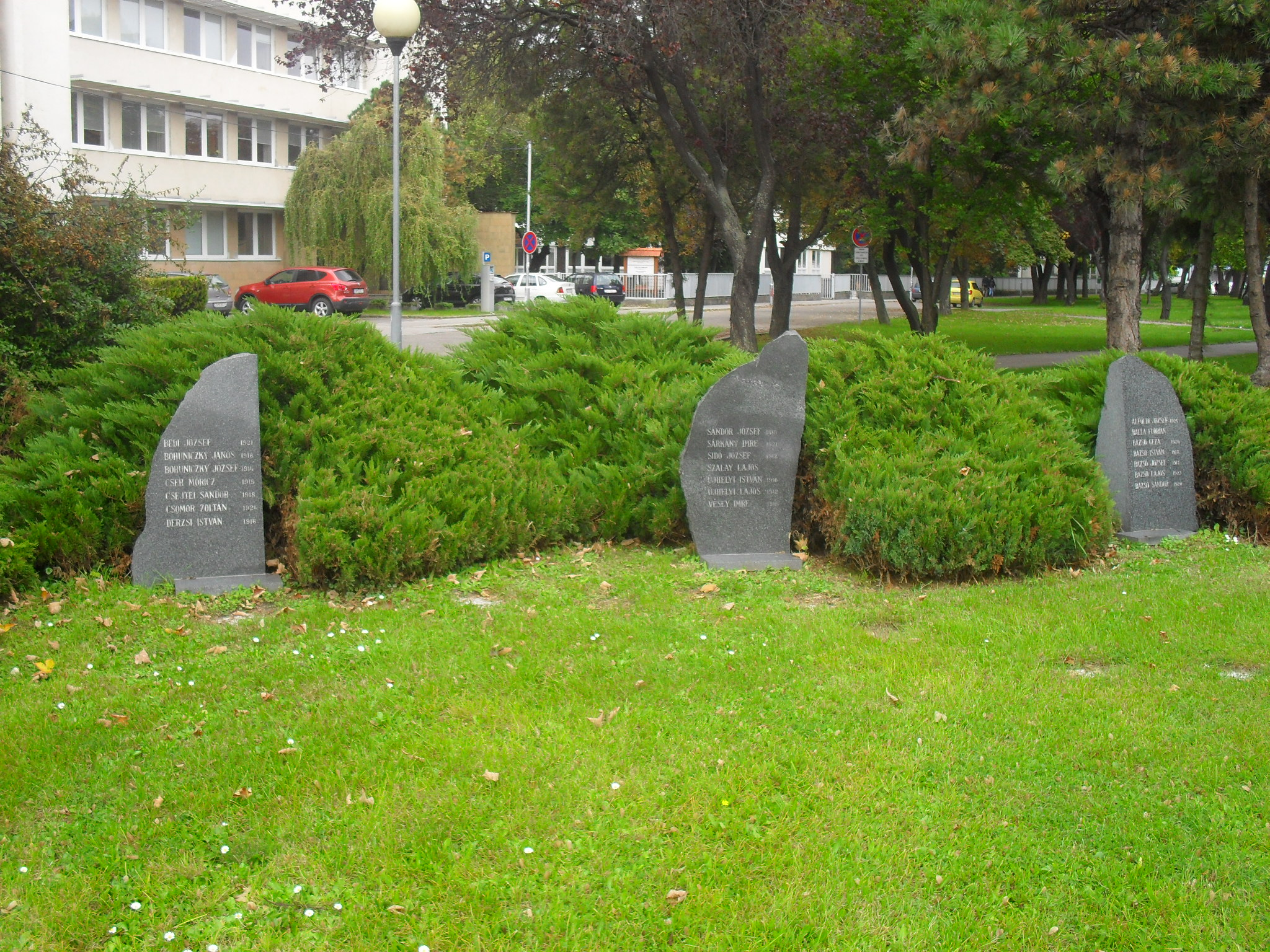
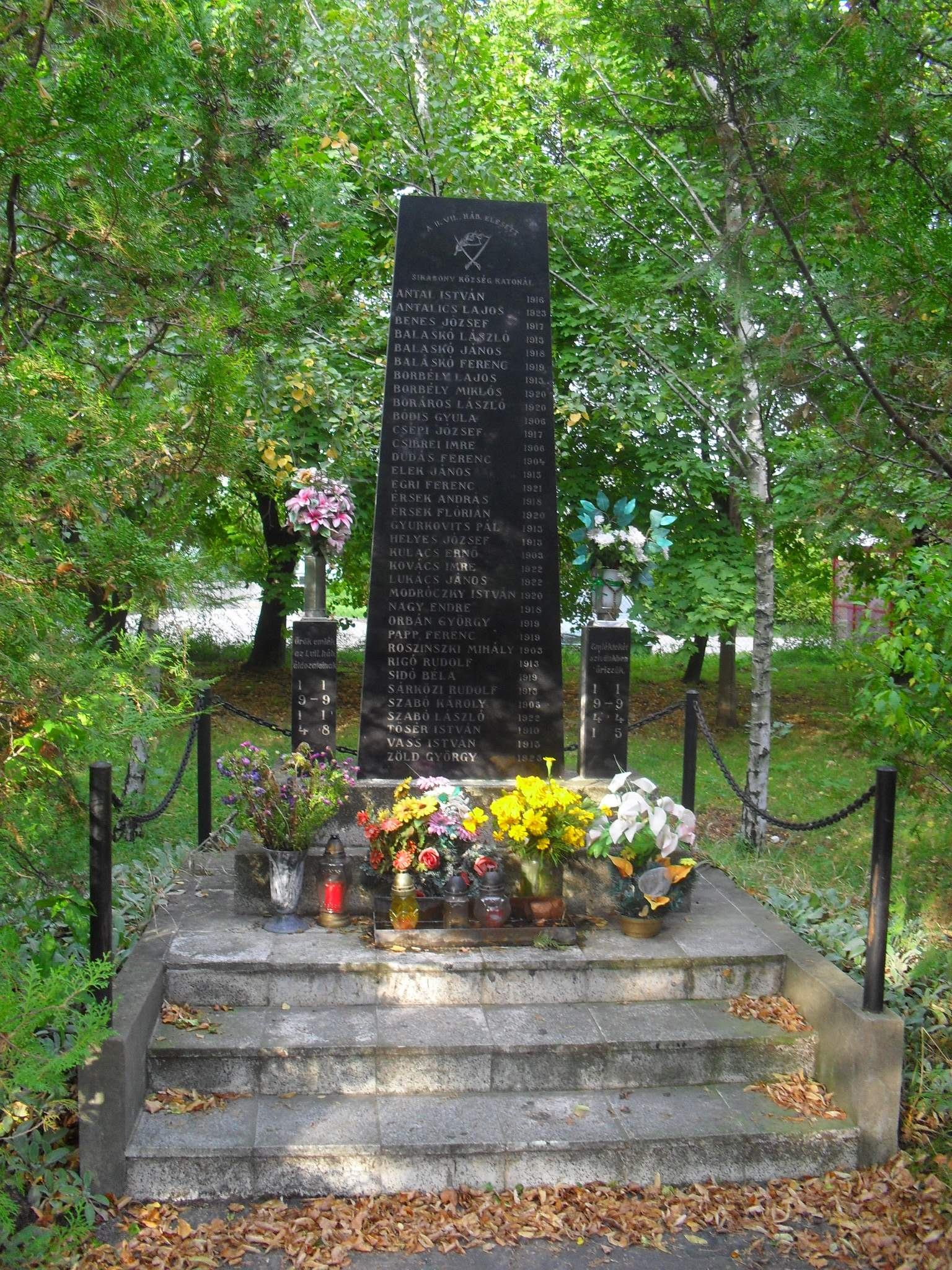

##### Egyházkarcsa

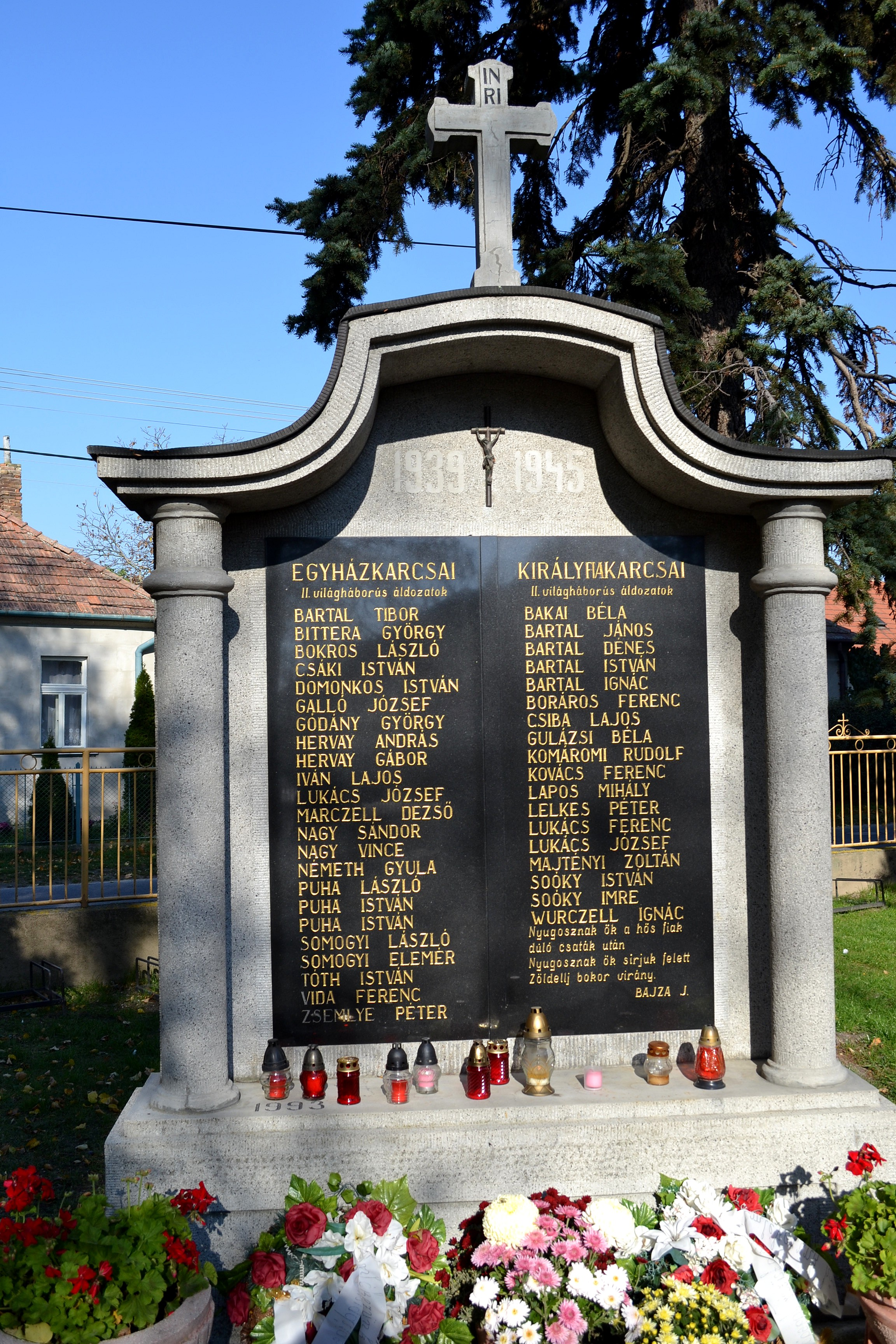

##### Ekecs

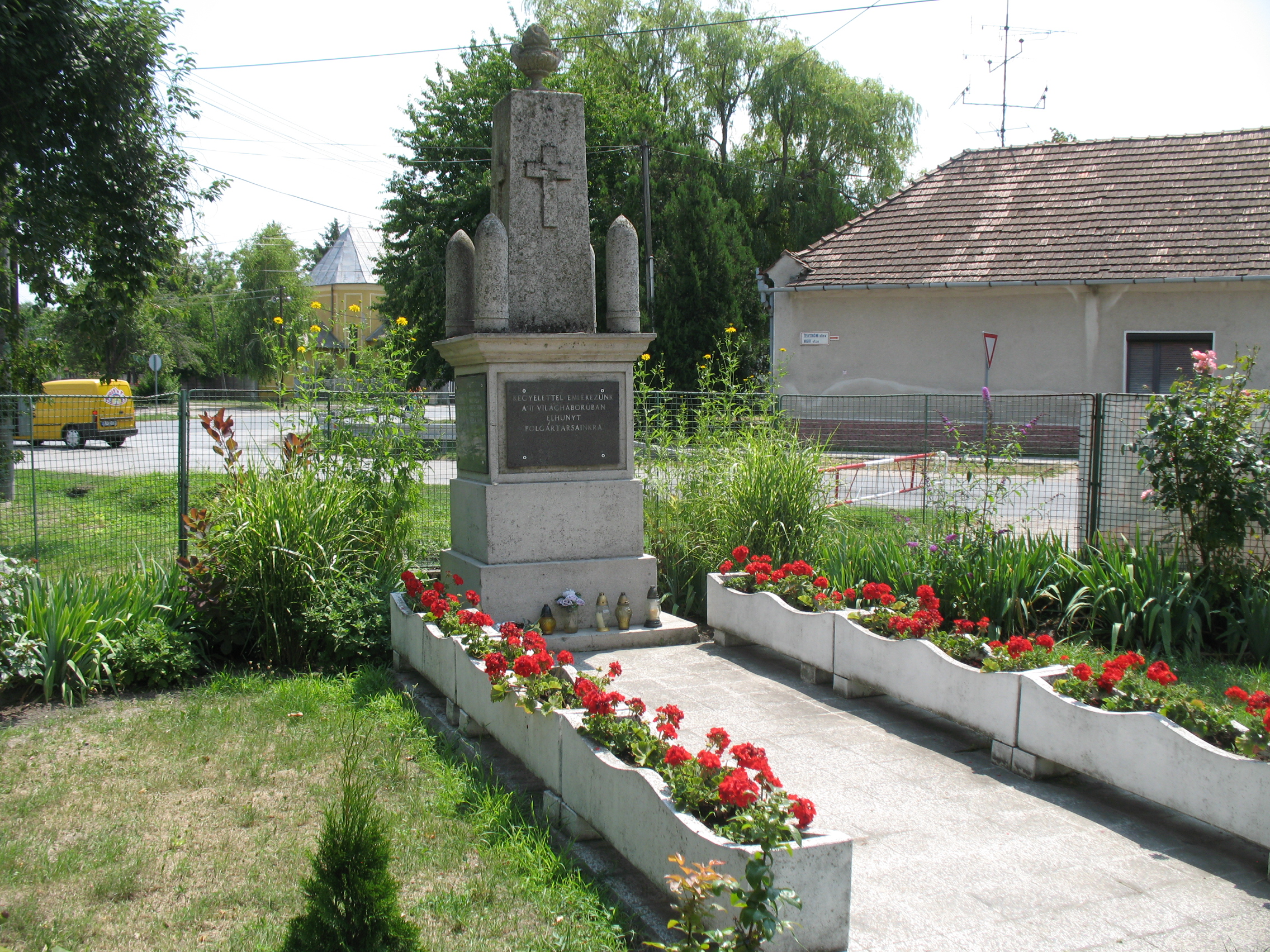
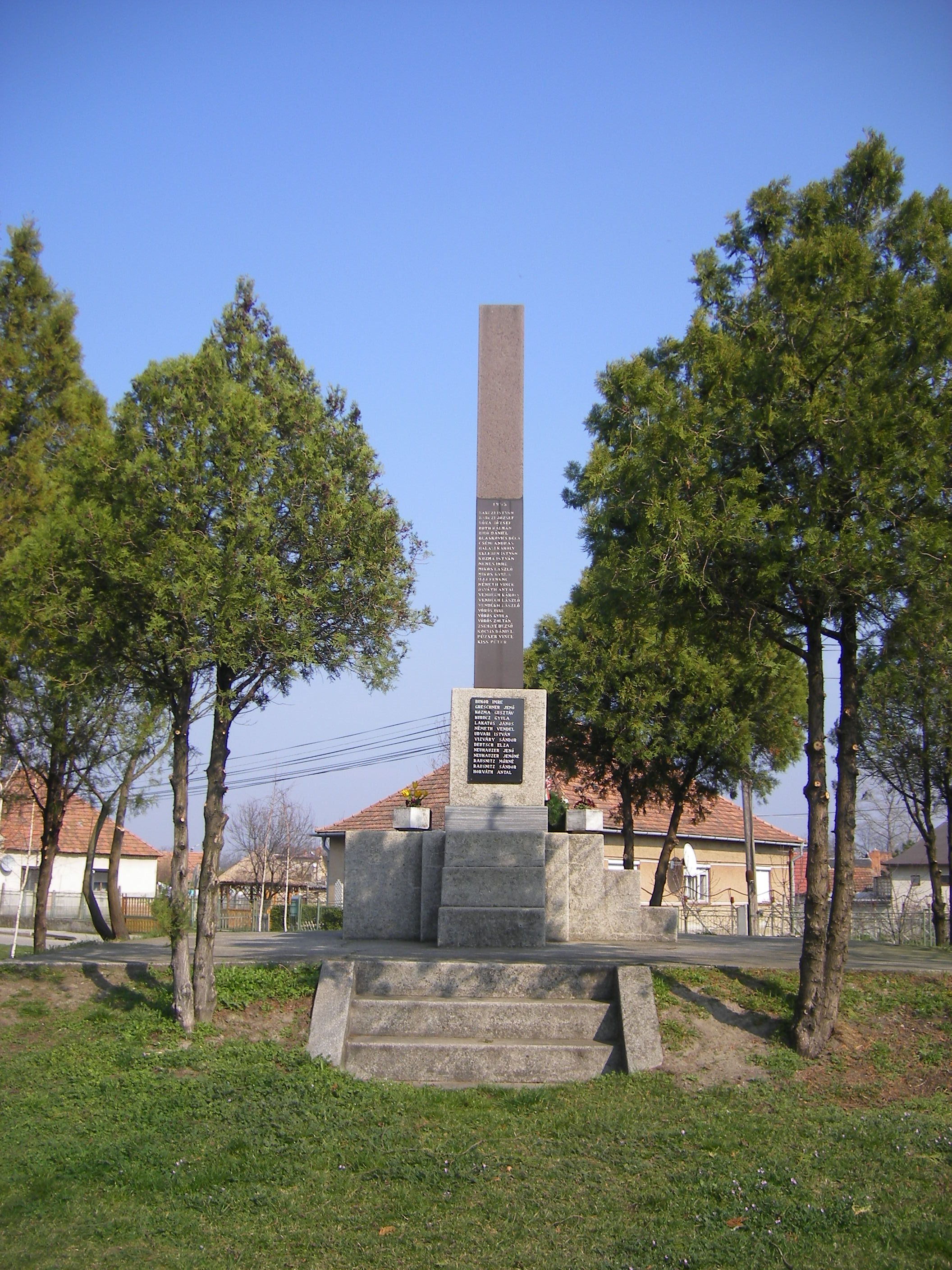

##### Felsőpatony

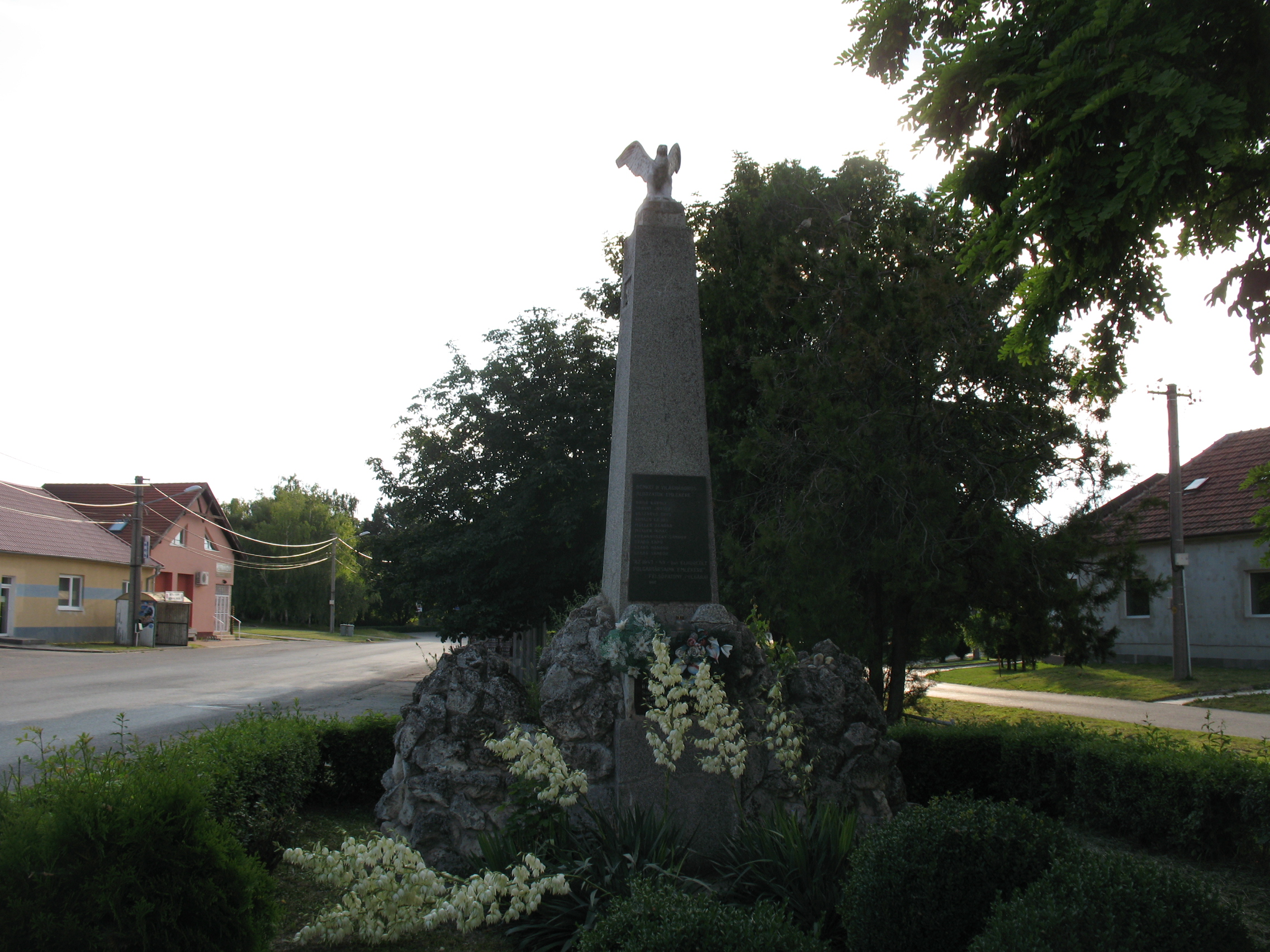

##### Felsővámos

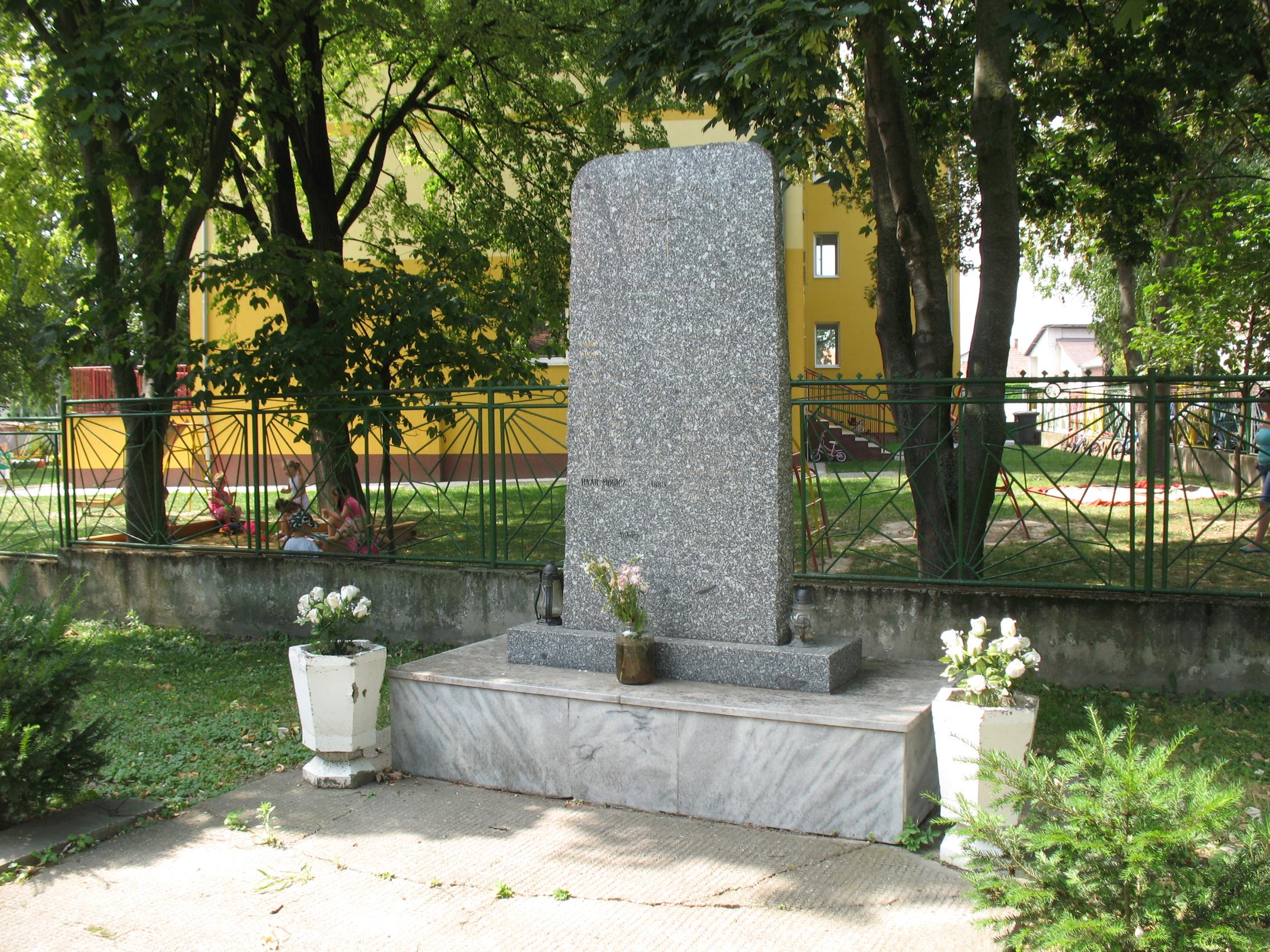

##### Gelle

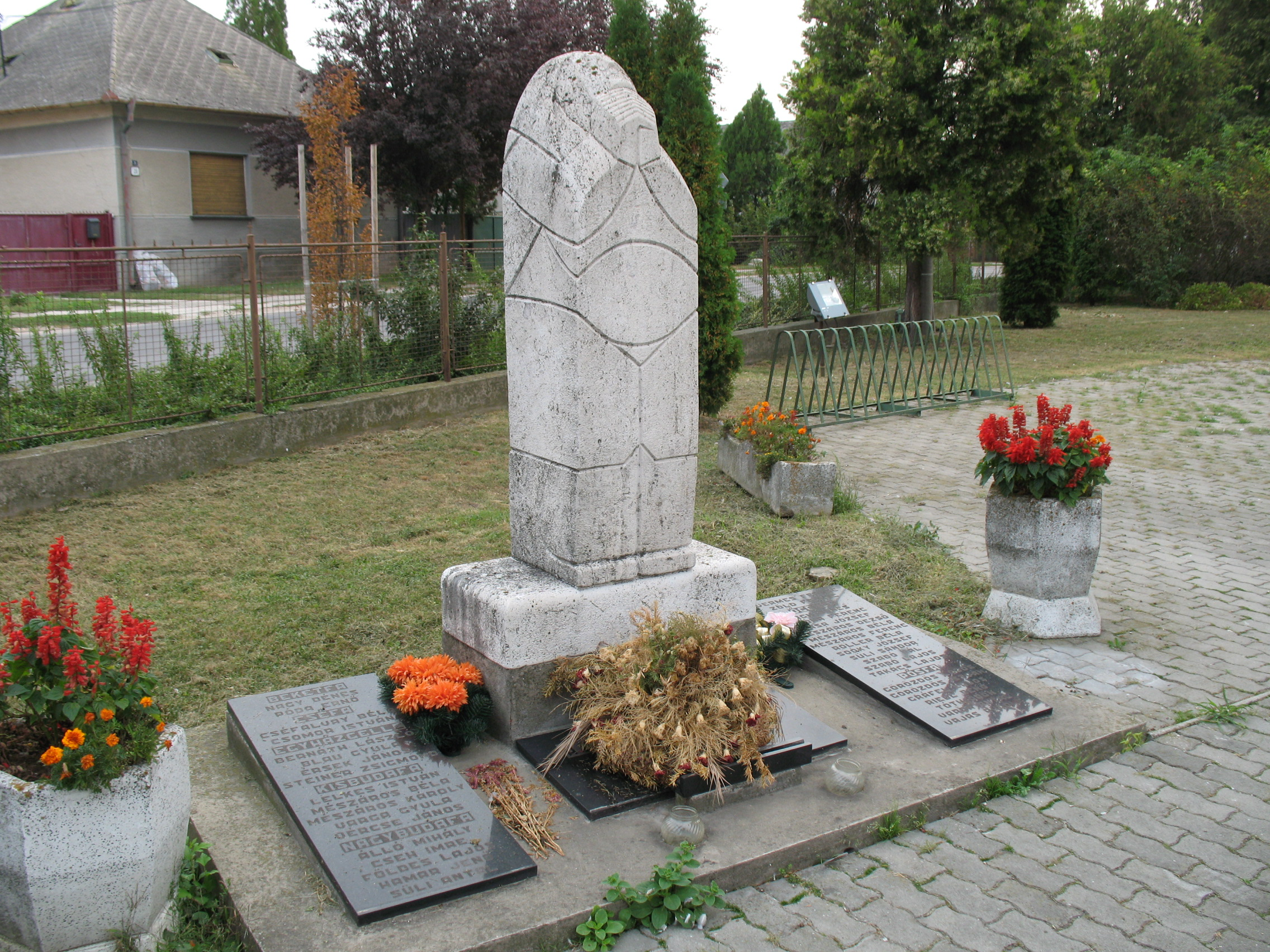
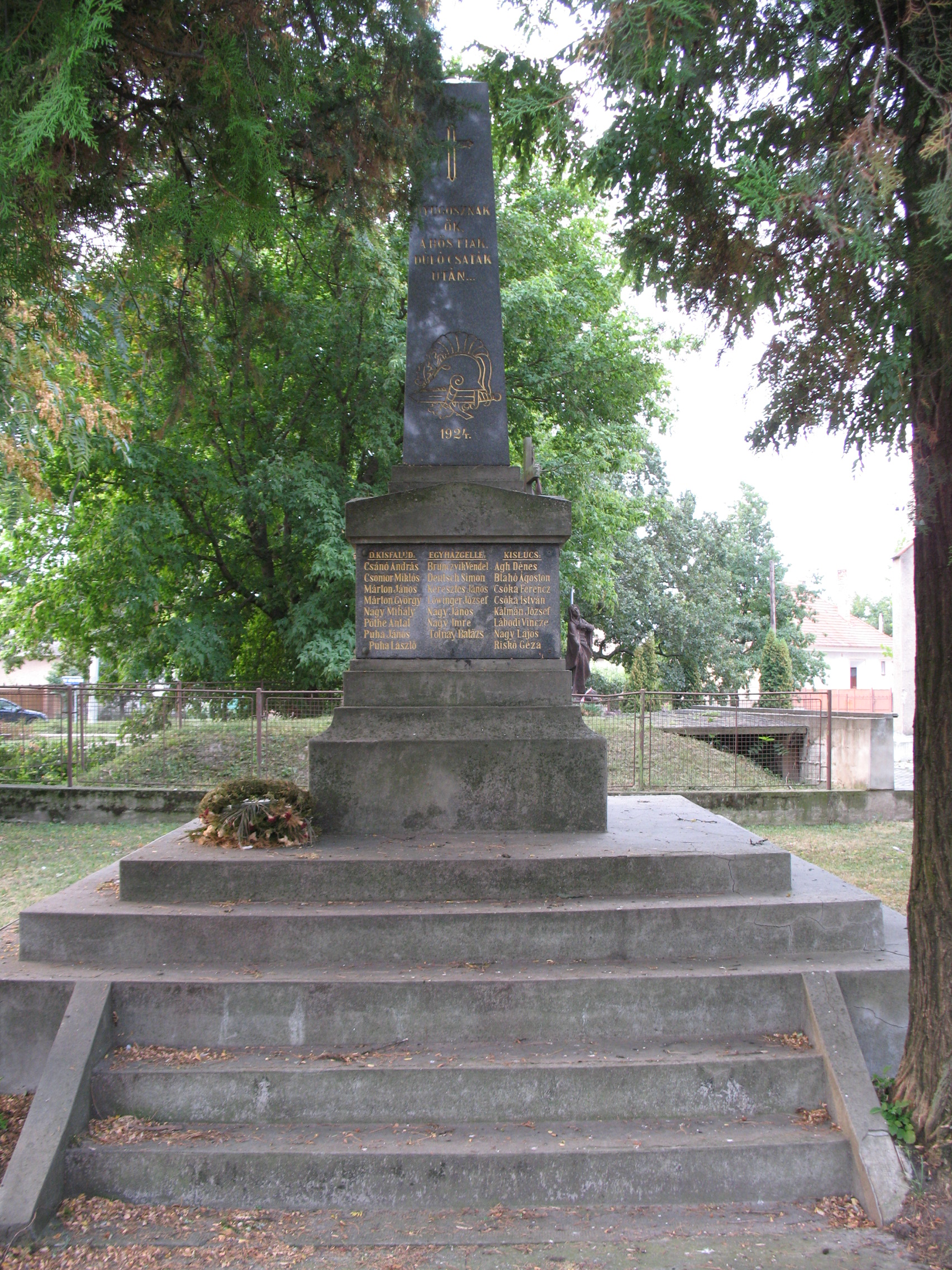

##### Jányok

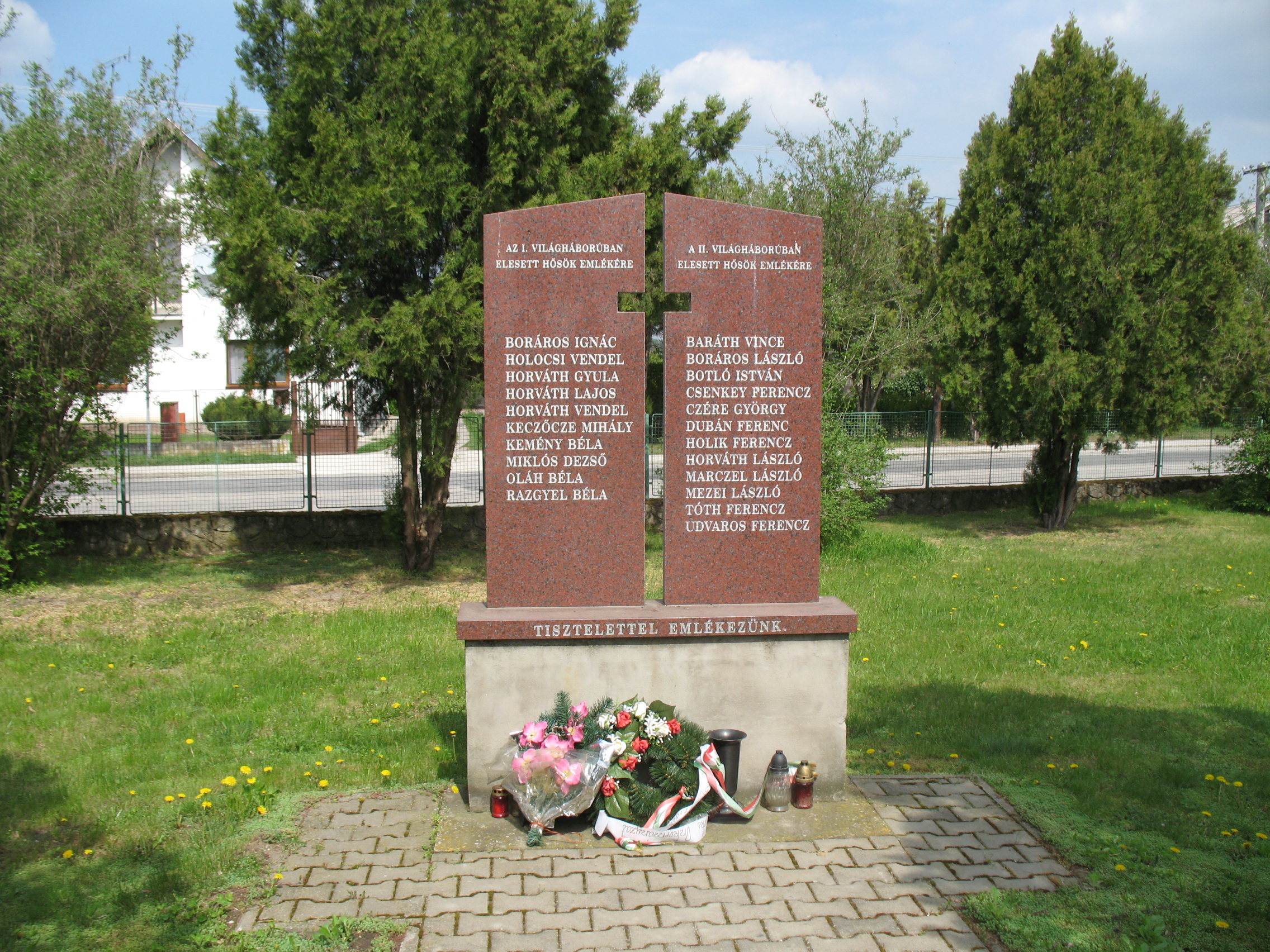
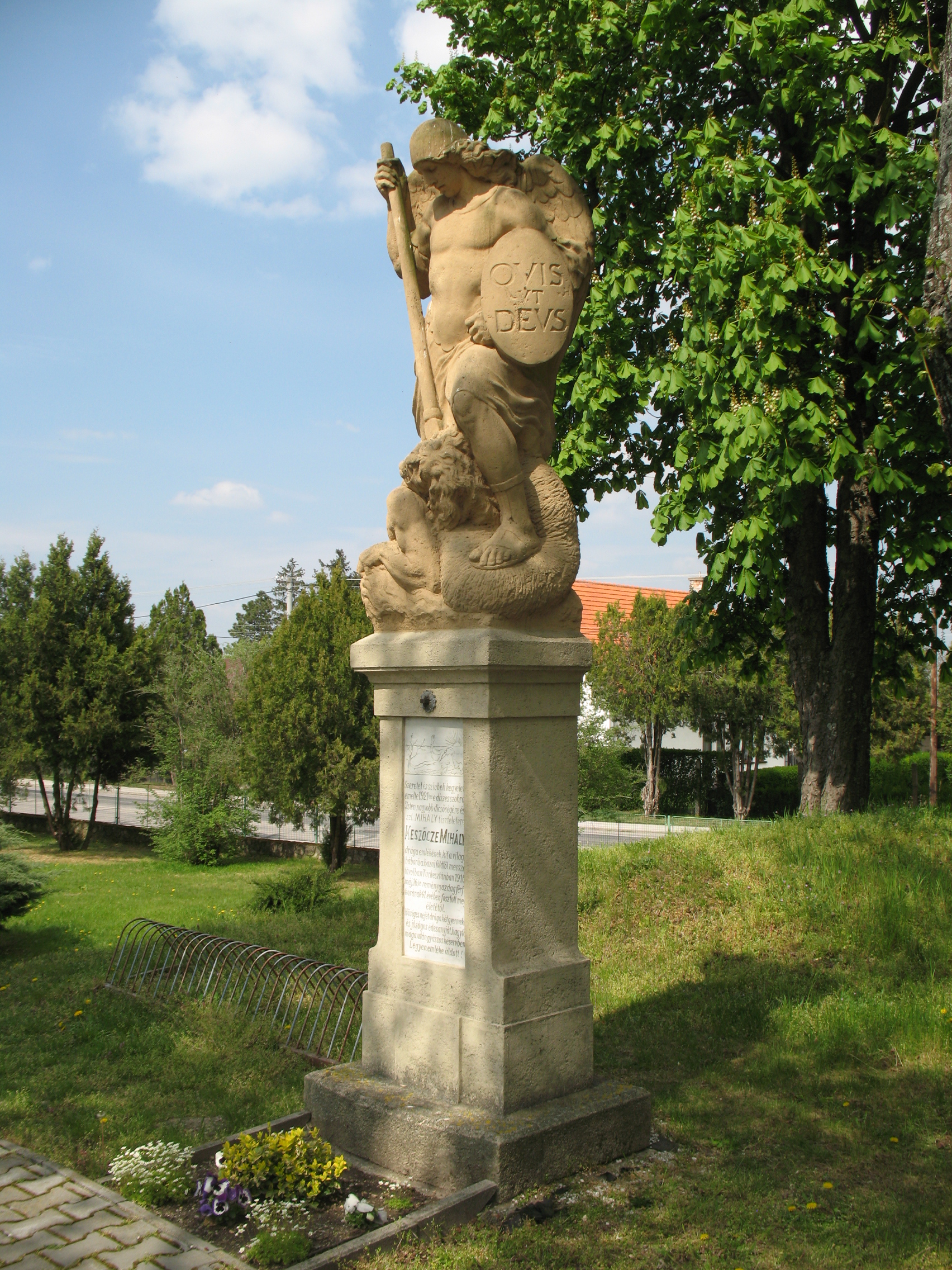
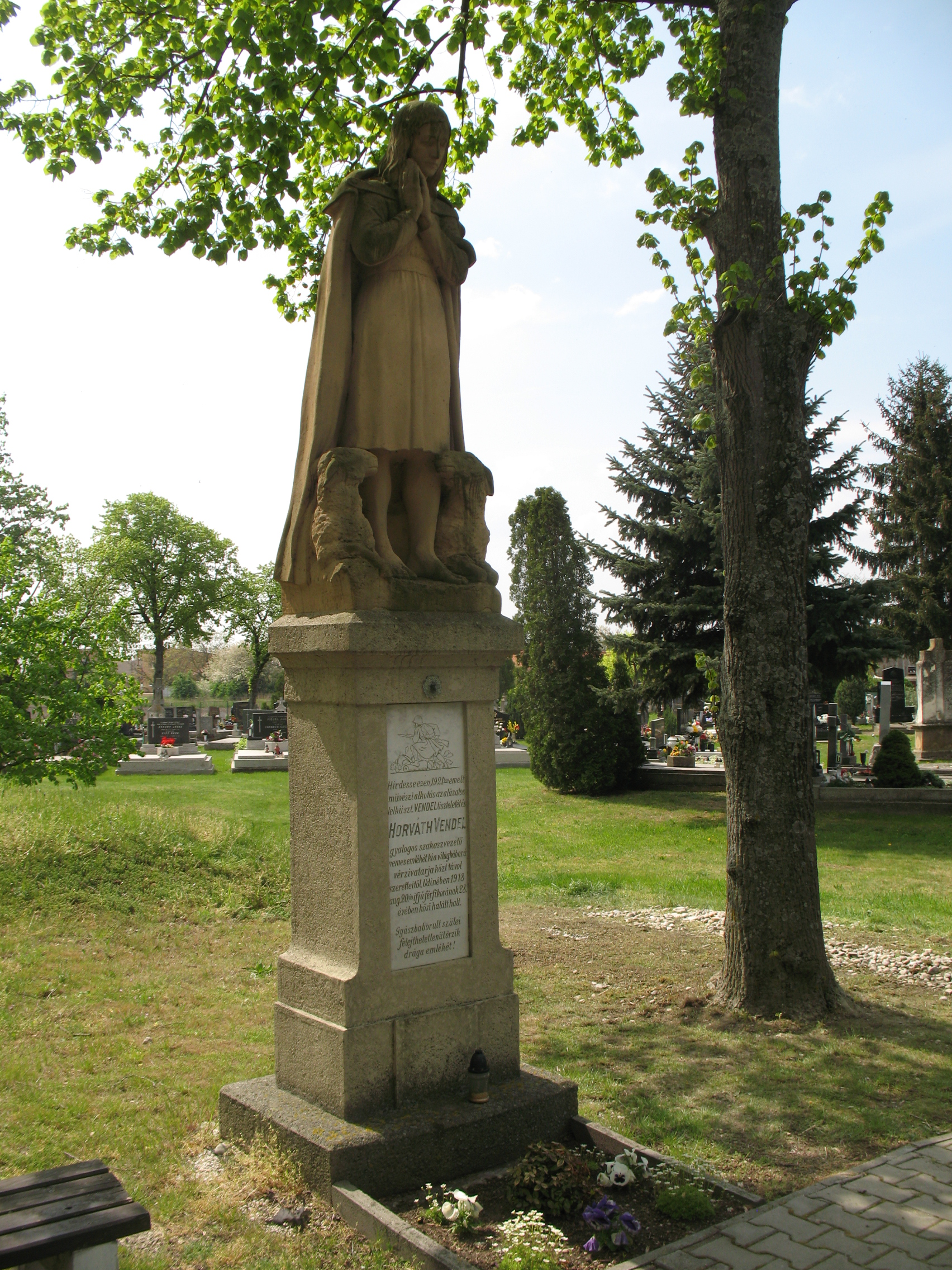

##### Kulcsod

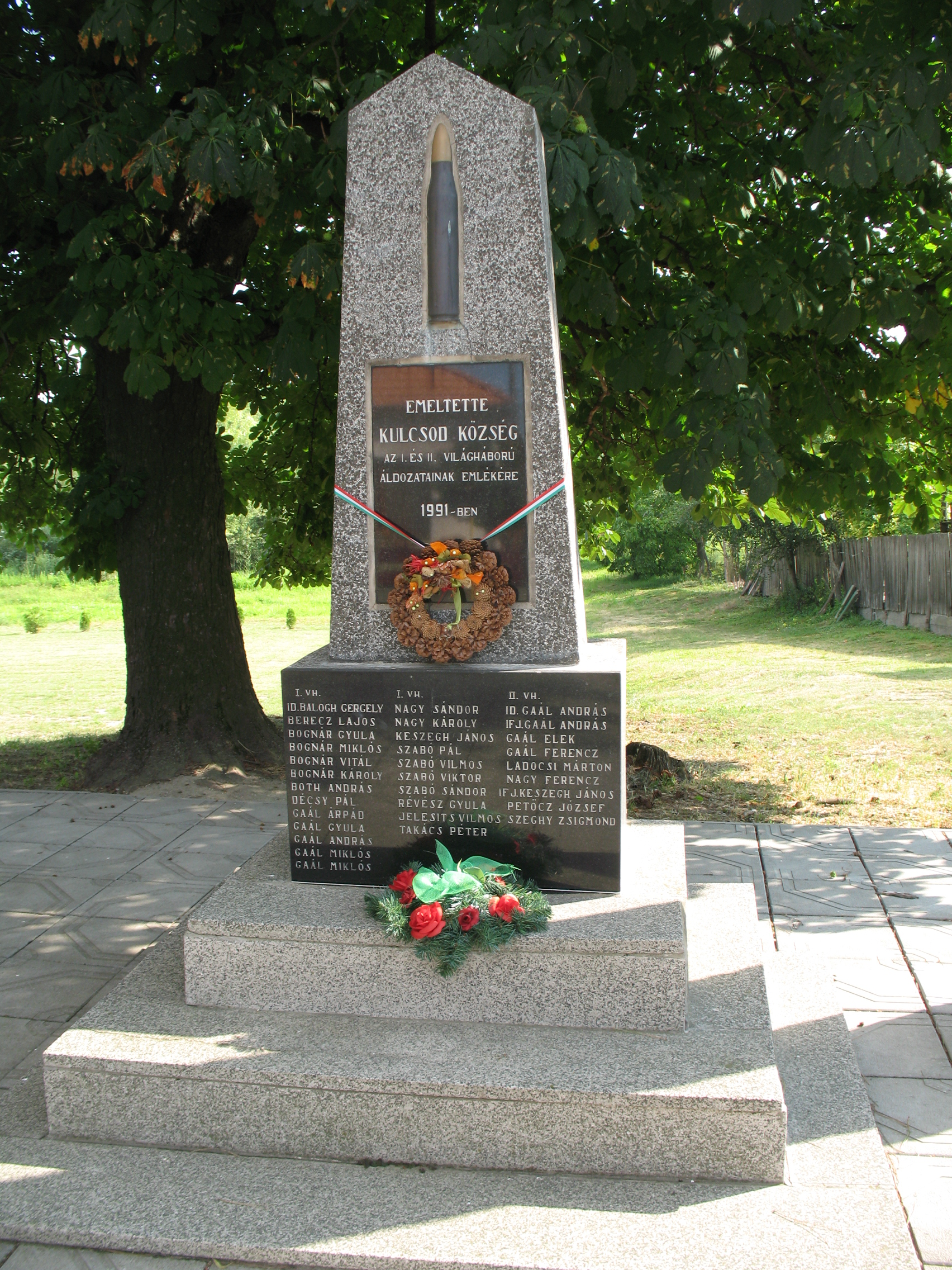

##### Lég

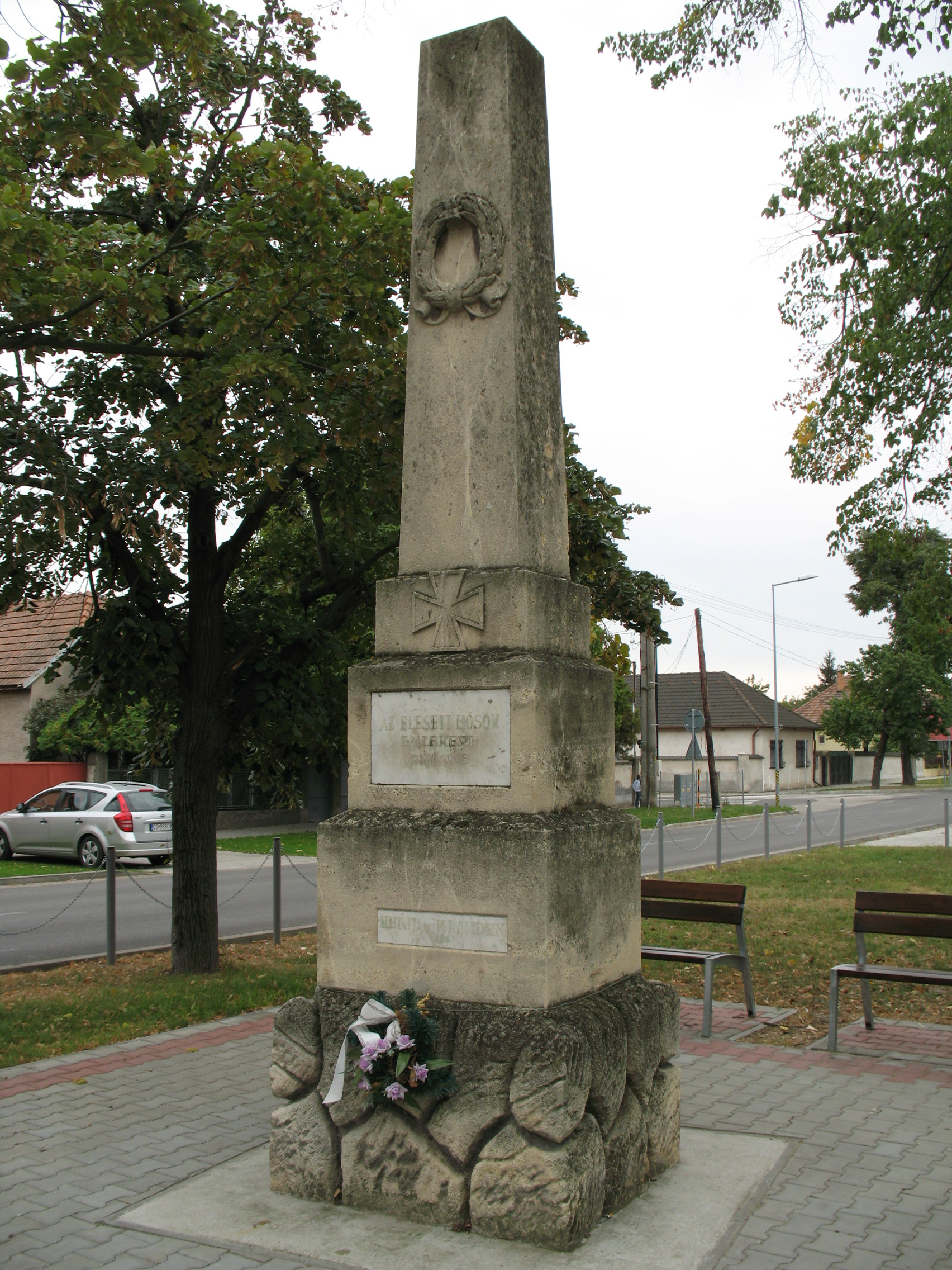
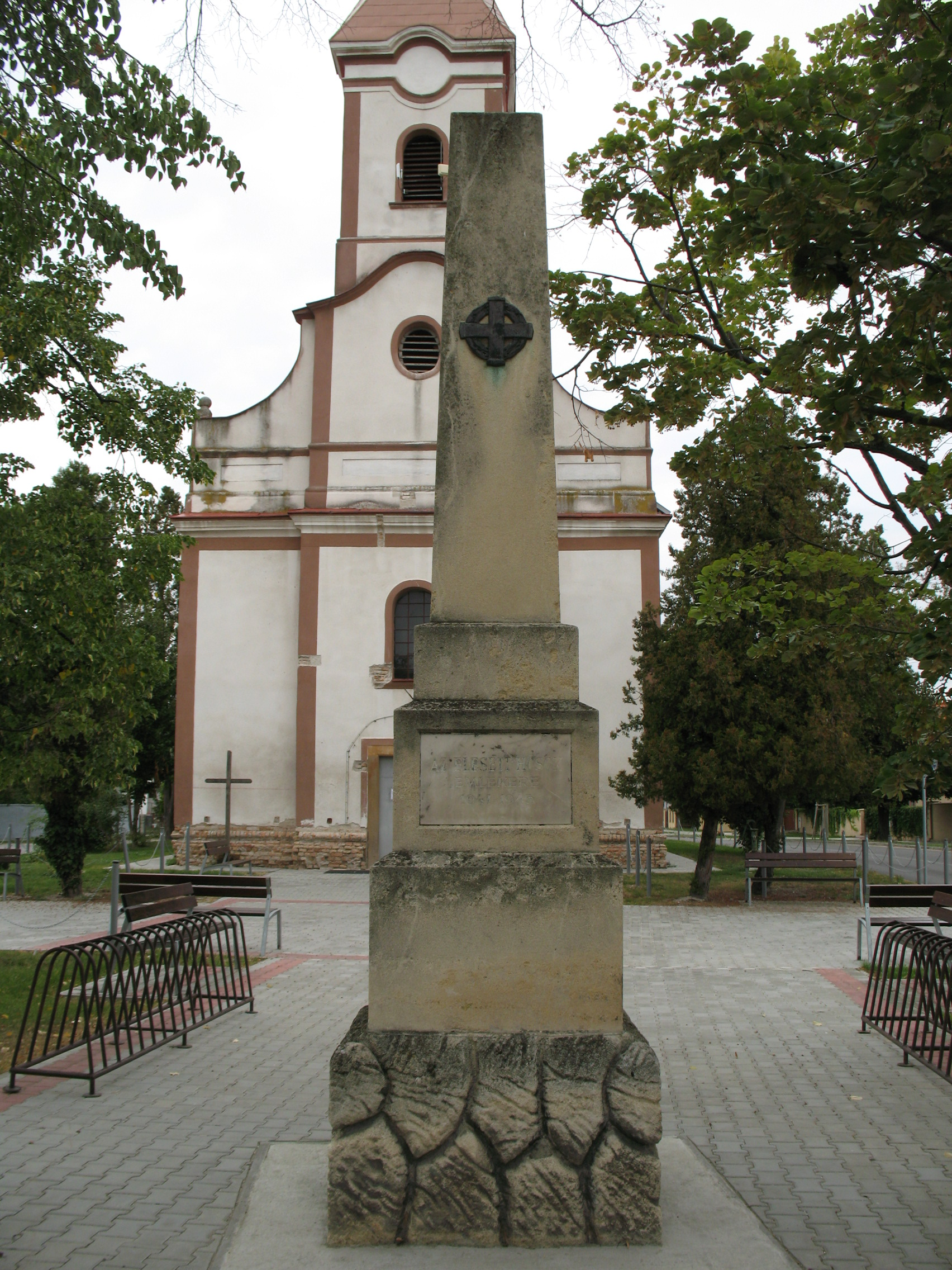

##### Medve

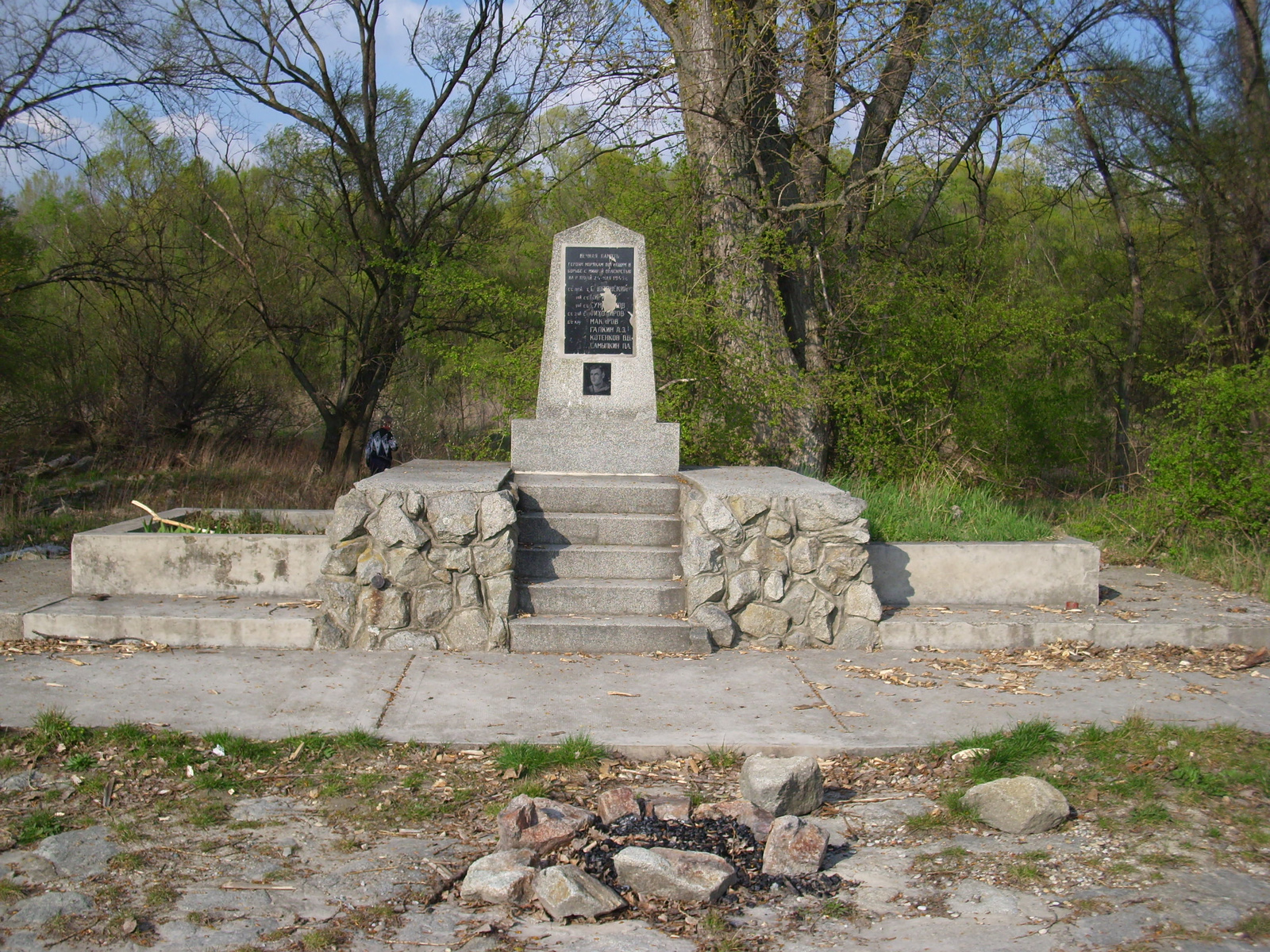
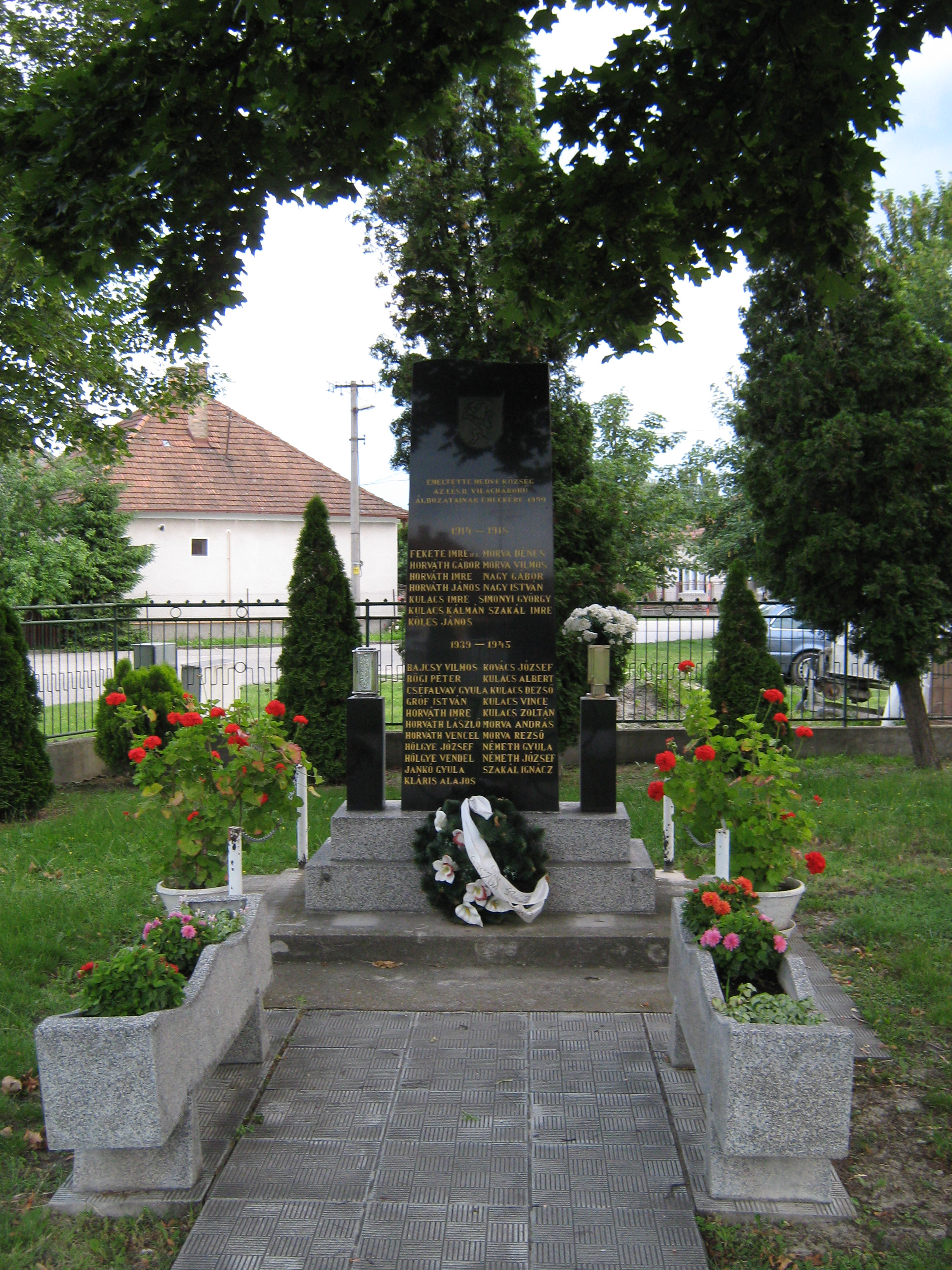

##### Nagymad

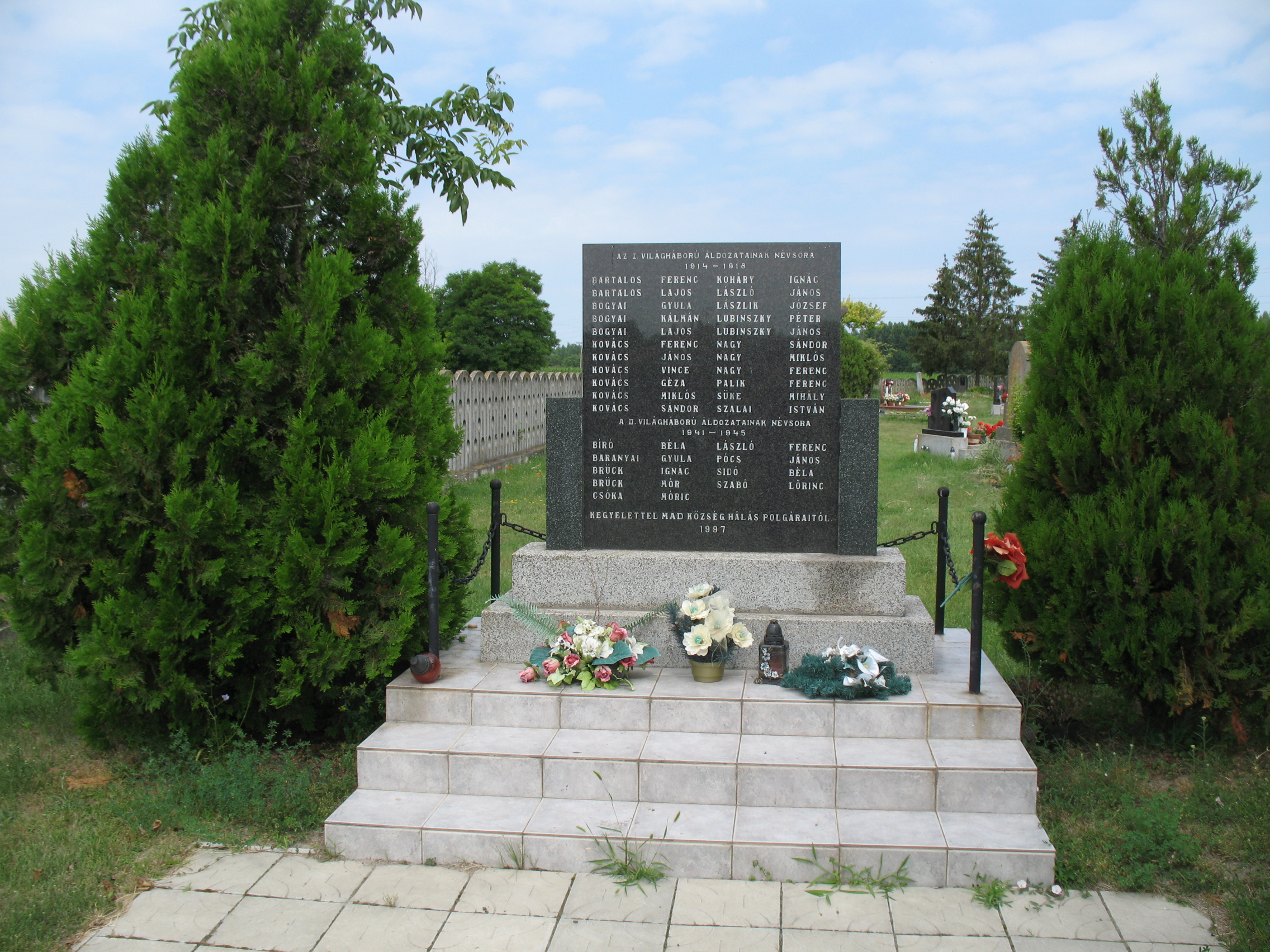

##### Nagymegyer

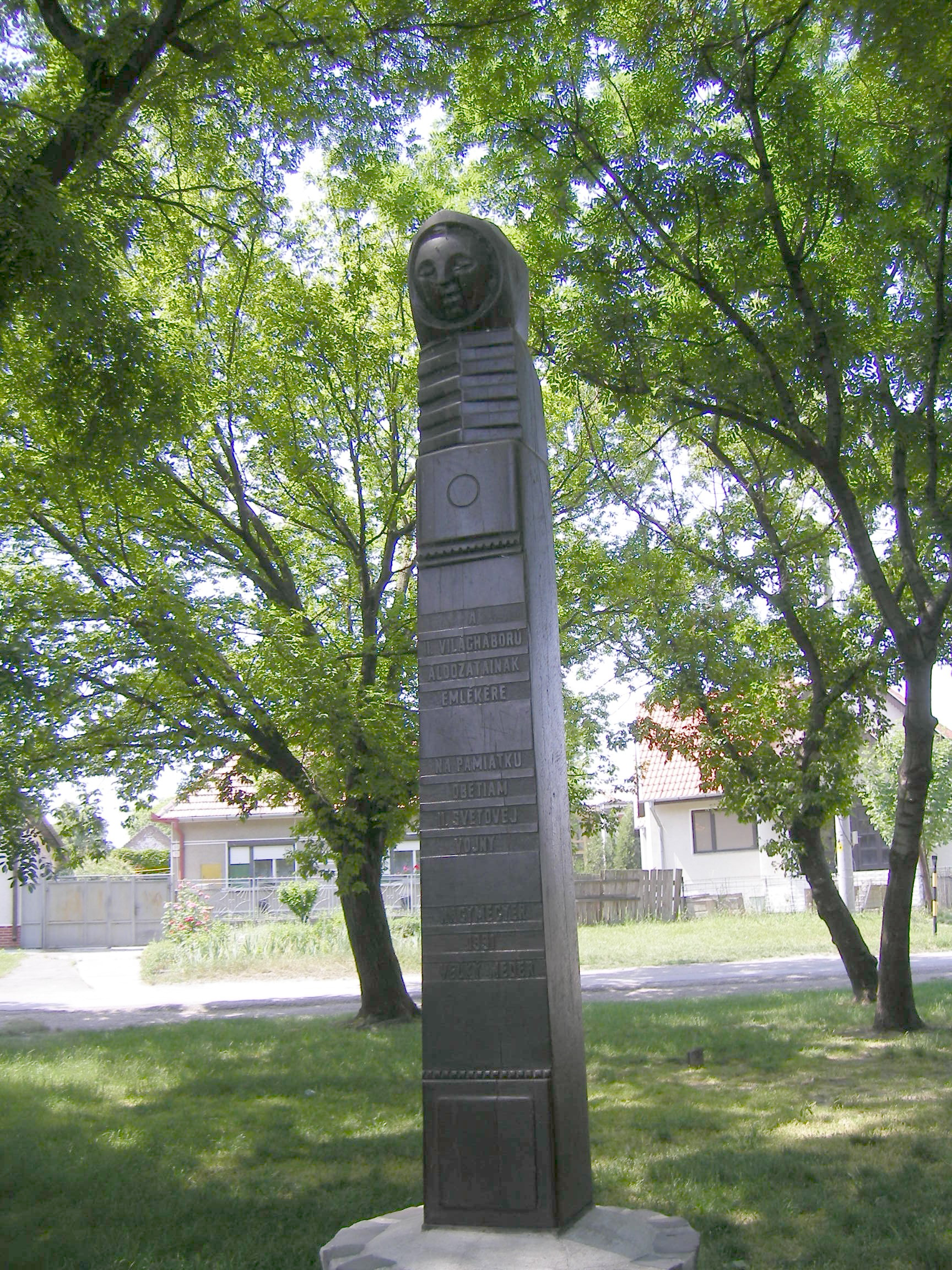
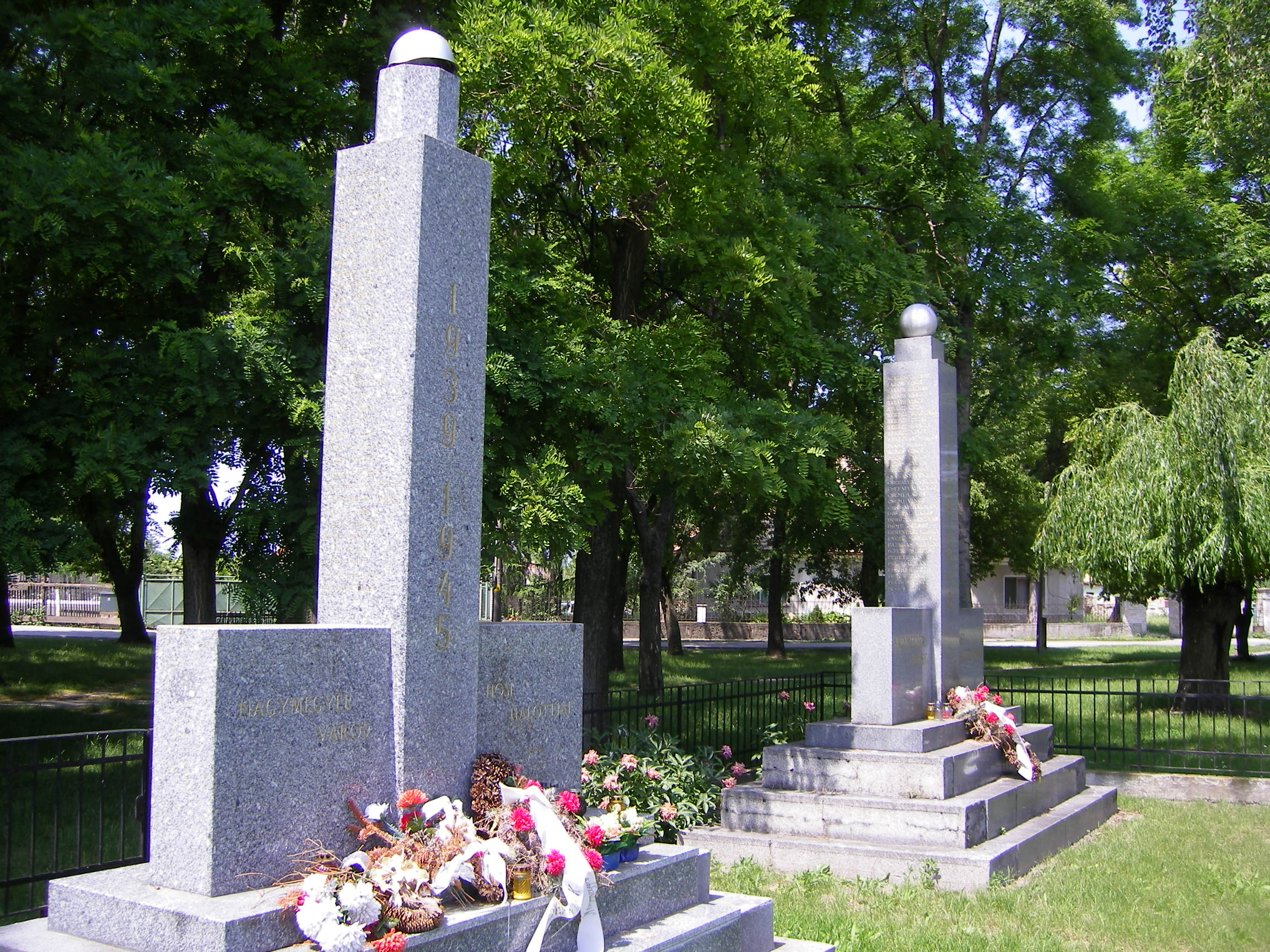
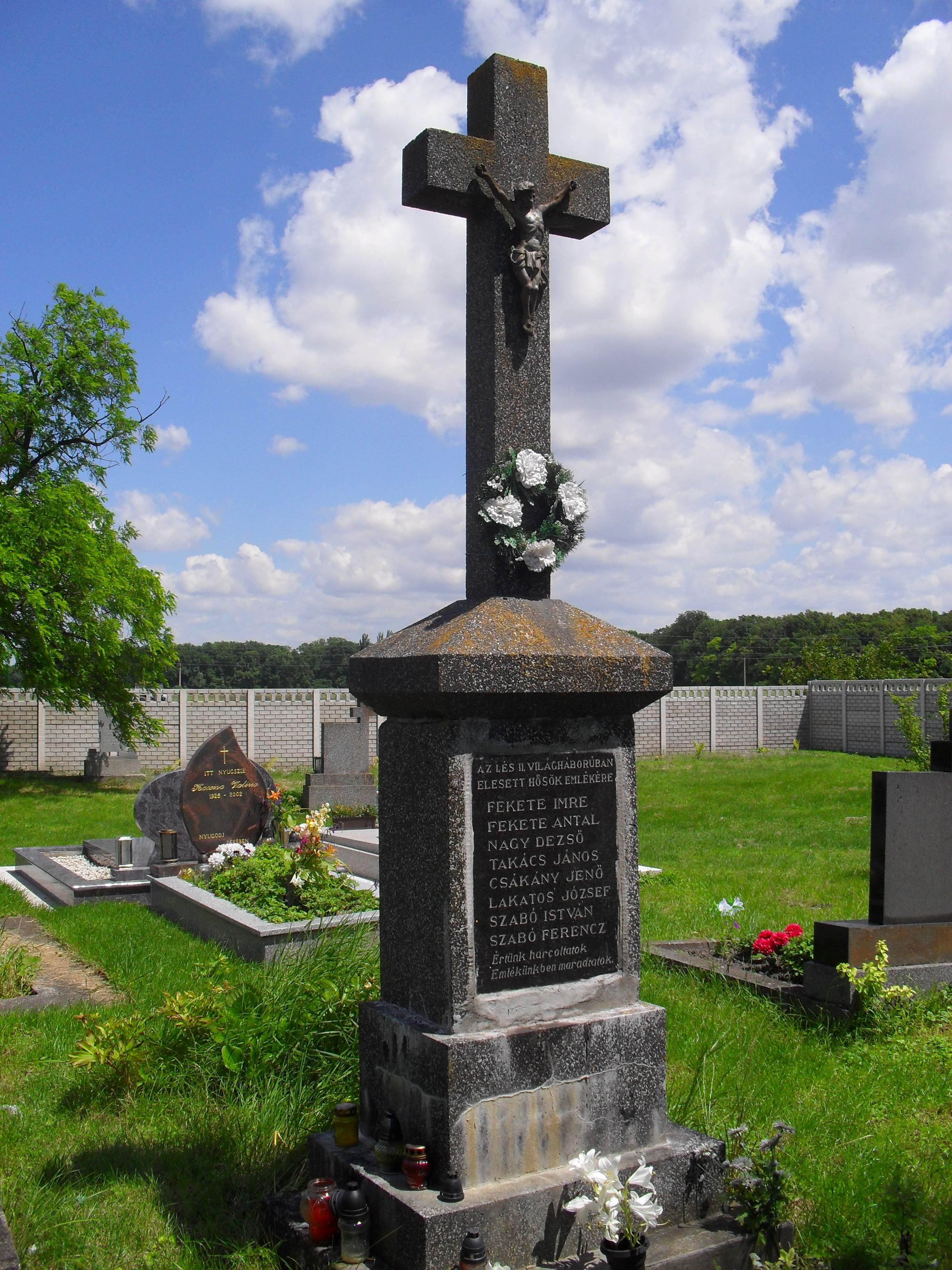
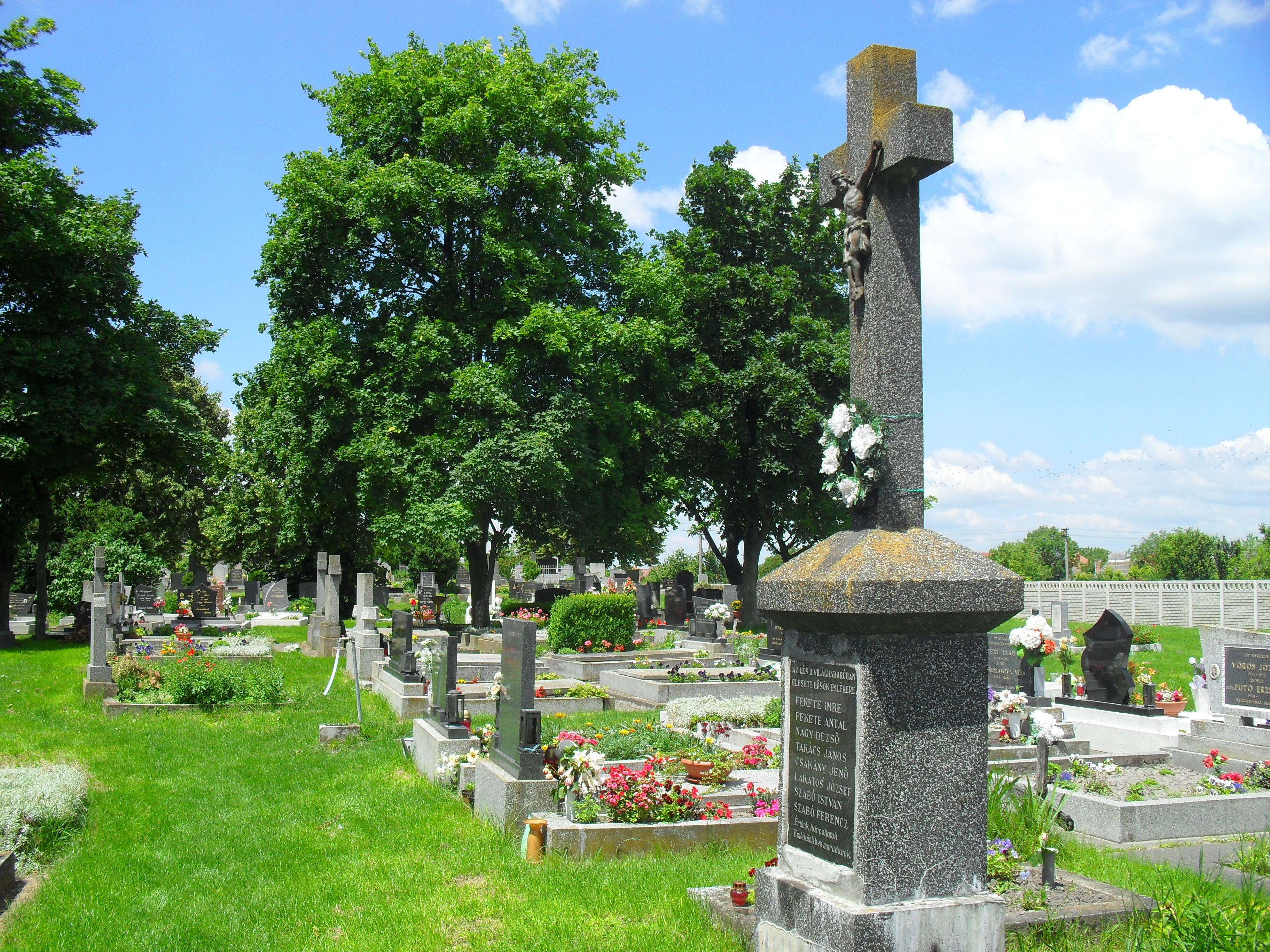

##### Nagyszarva

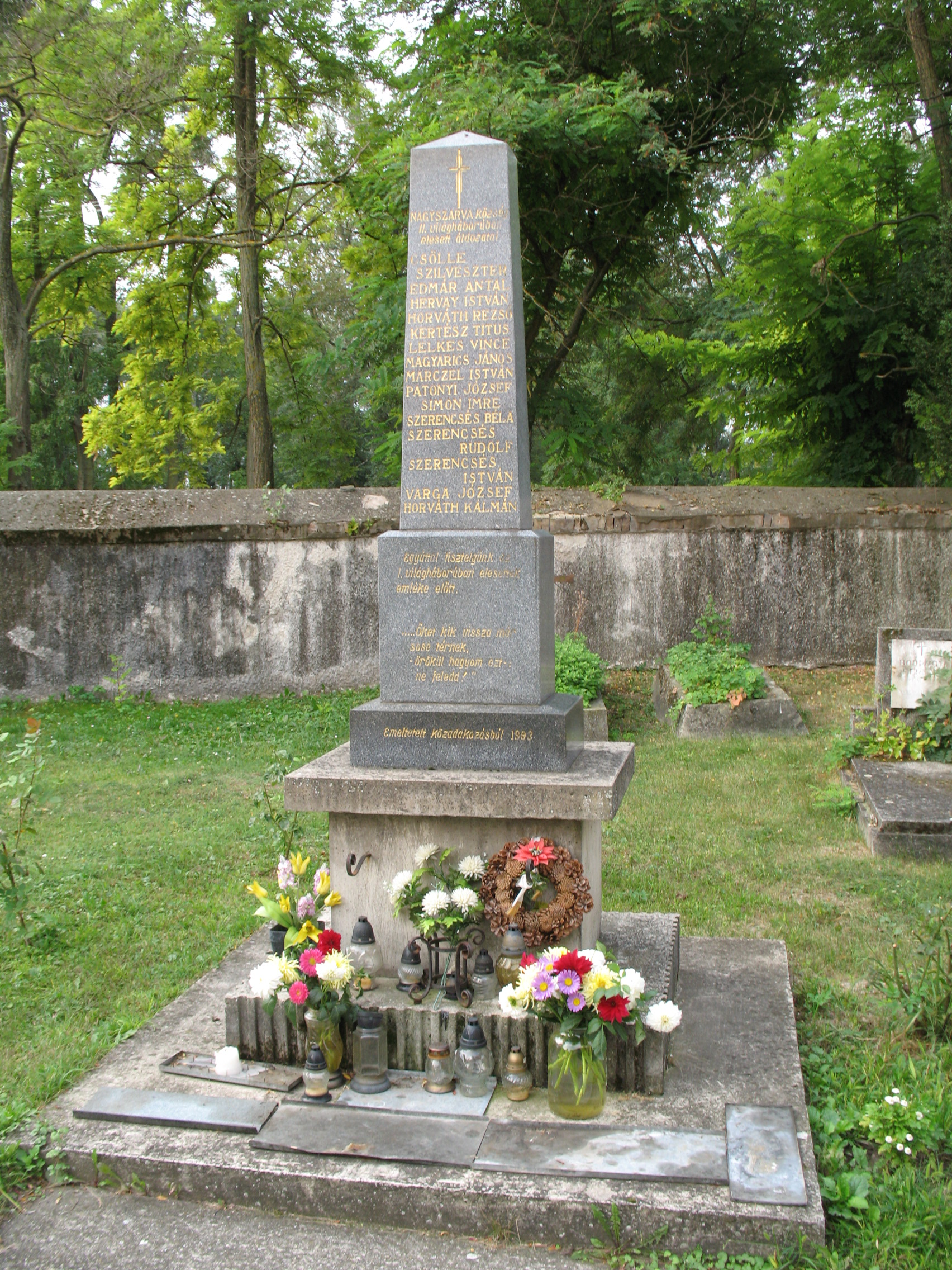

##### Nagyudvarnok

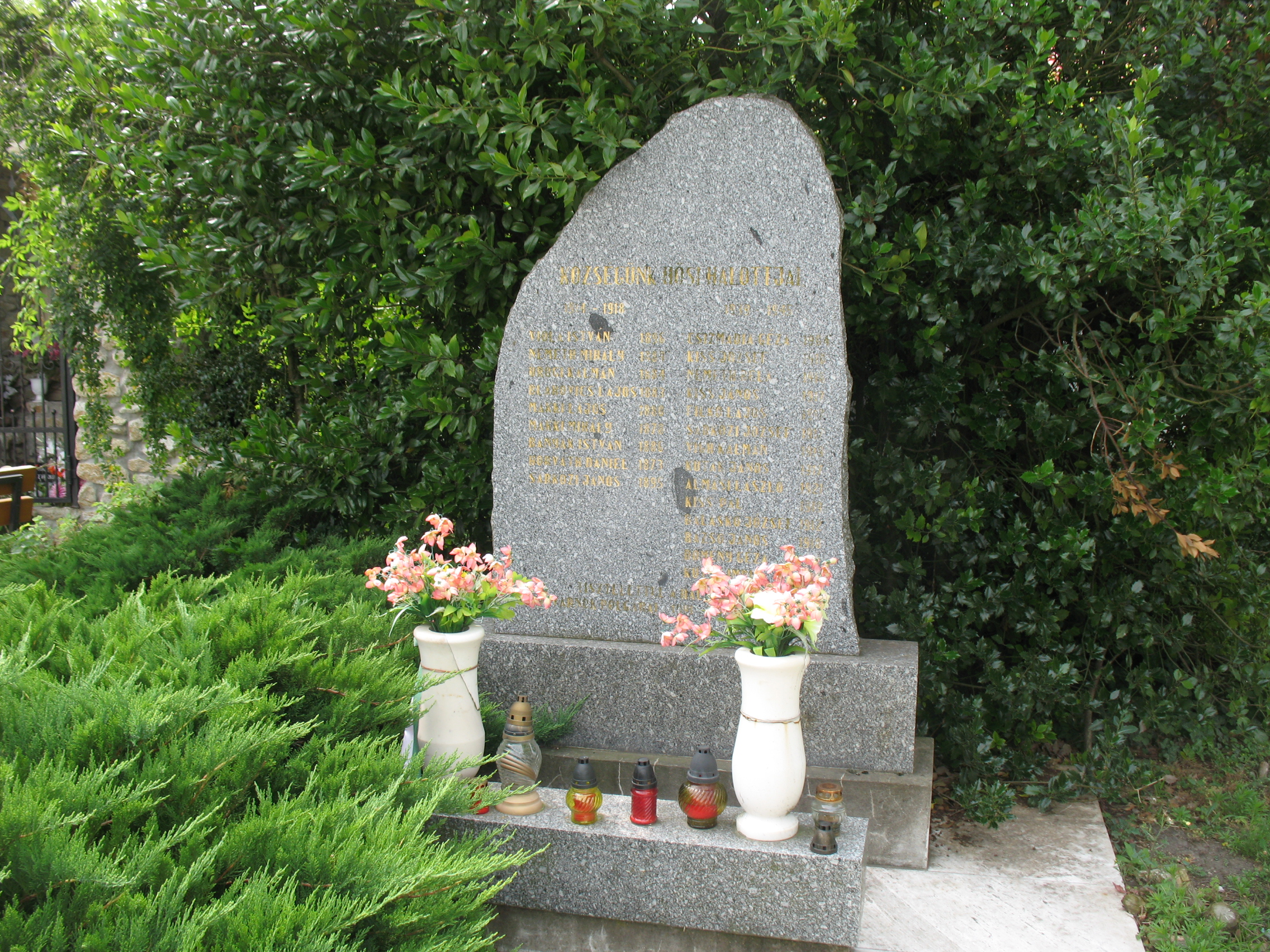

##### Nyékvárkony

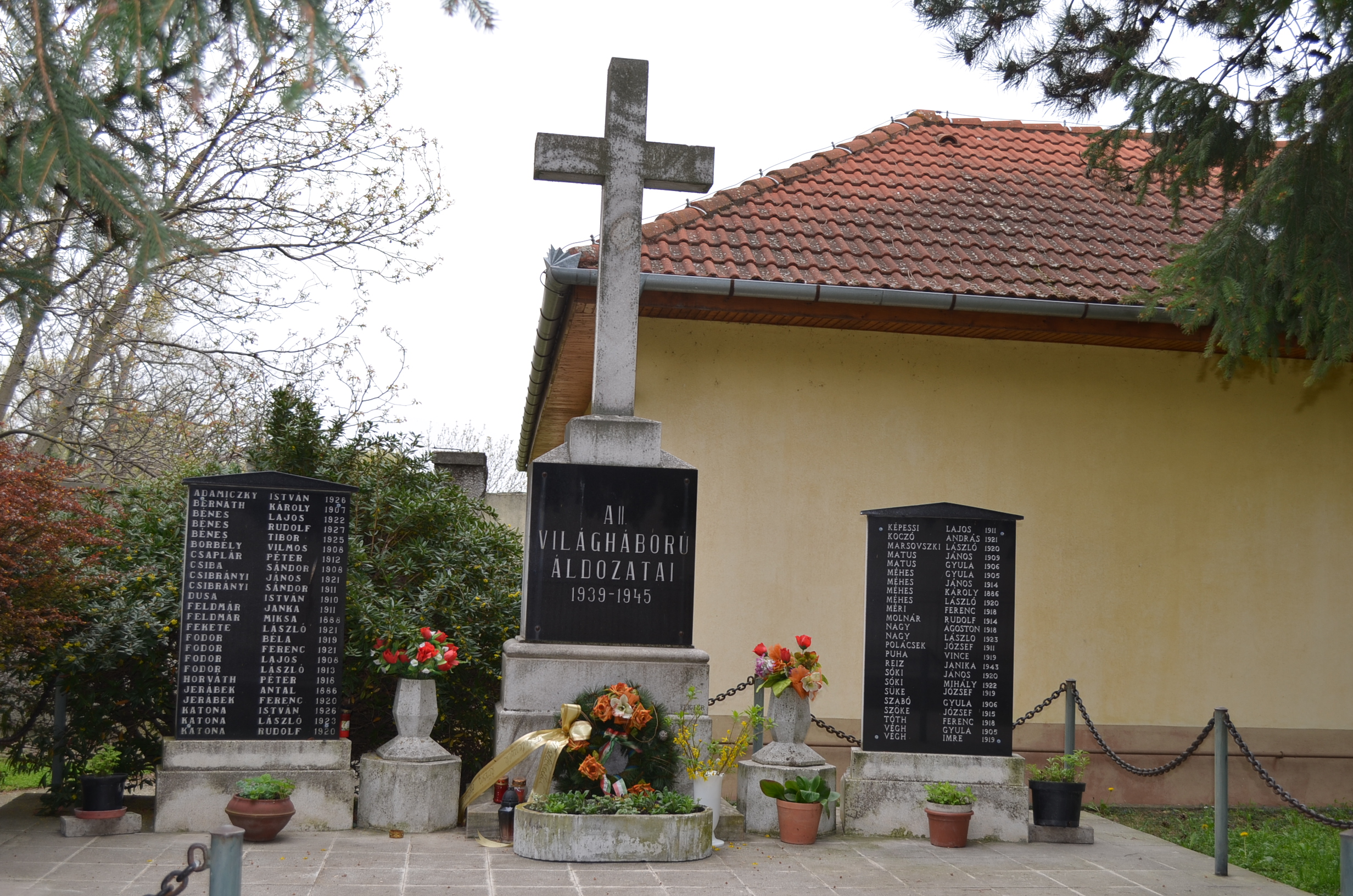

##### Padány

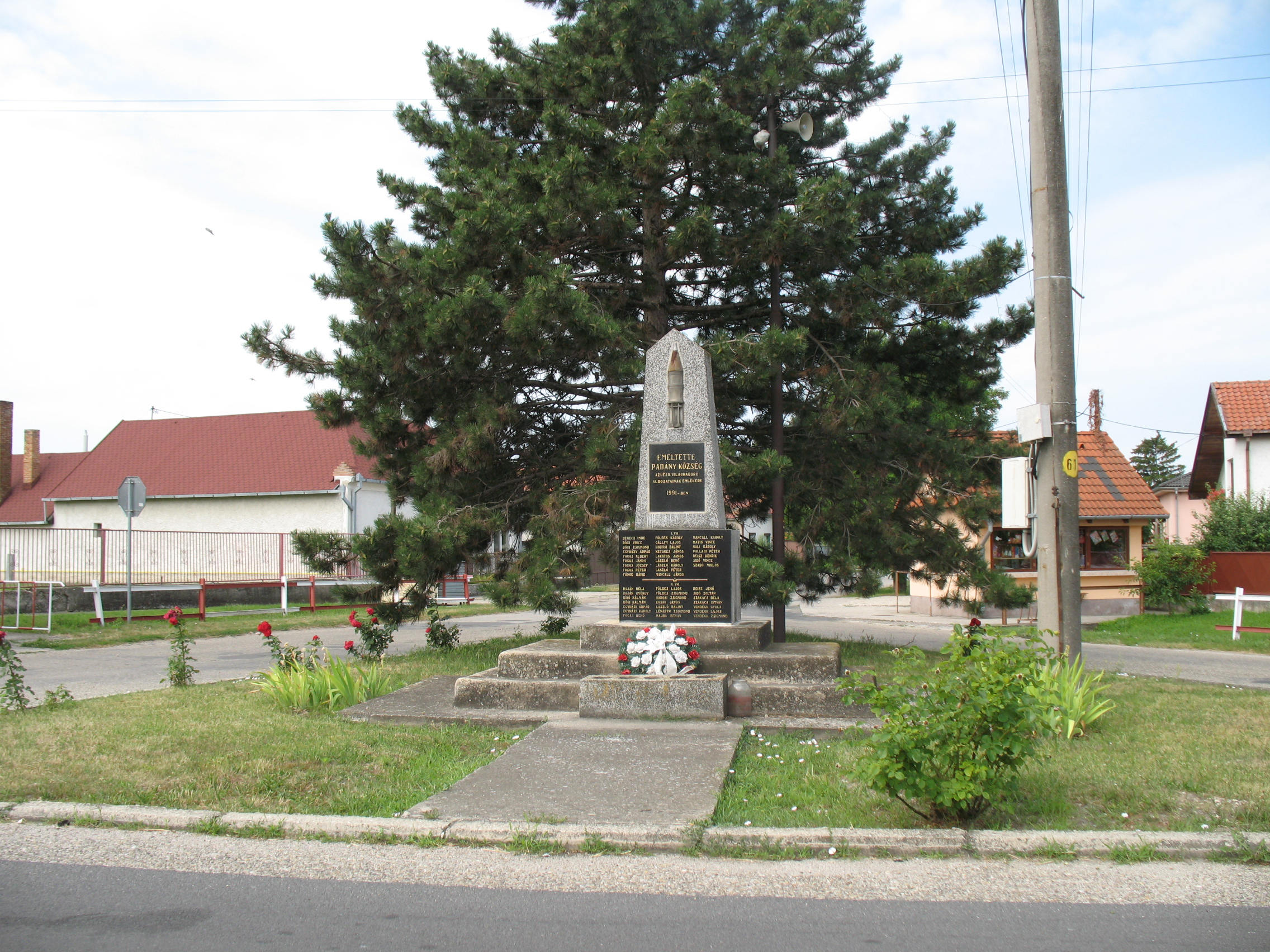

##### Pozsonycsákány

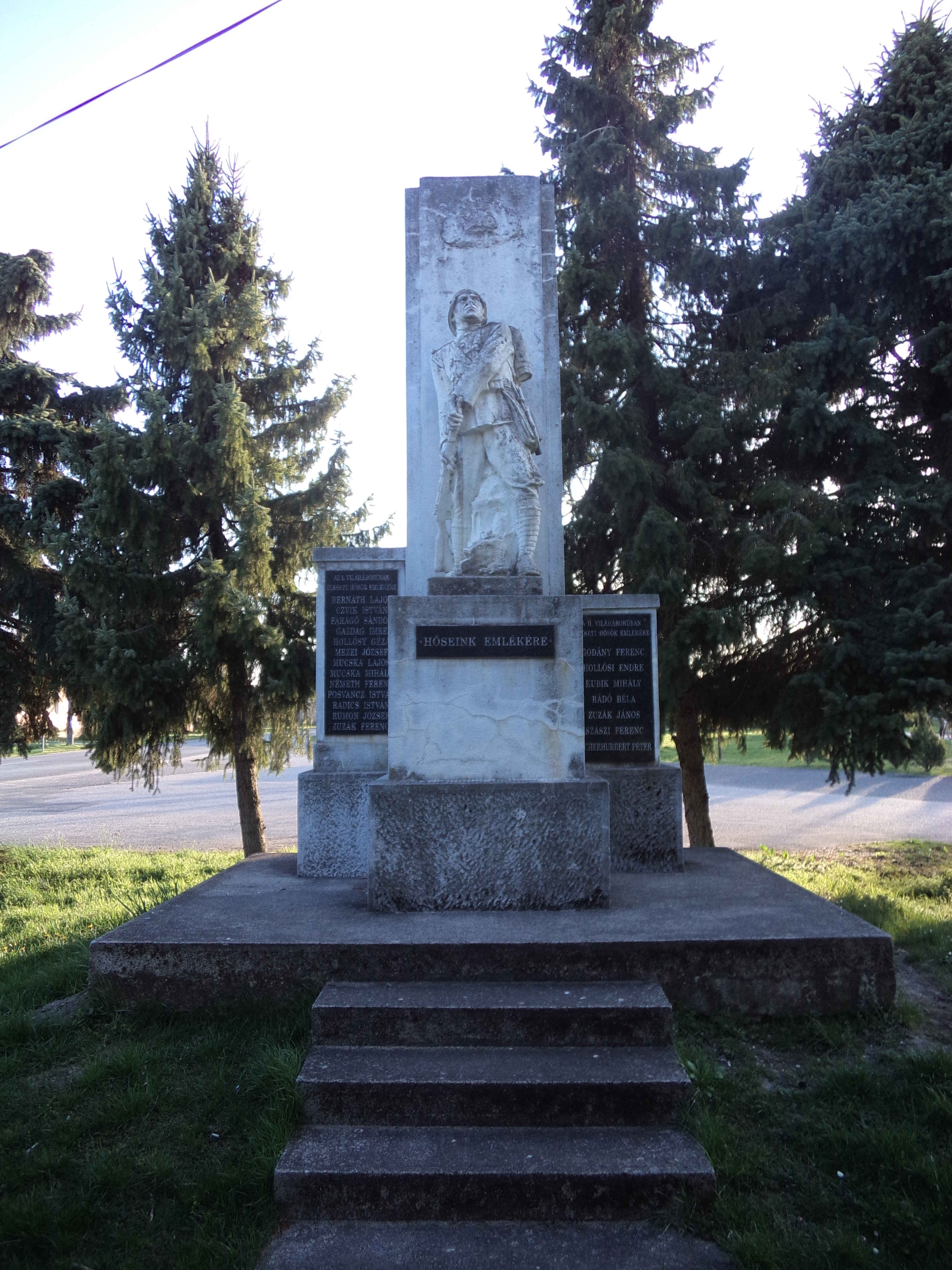
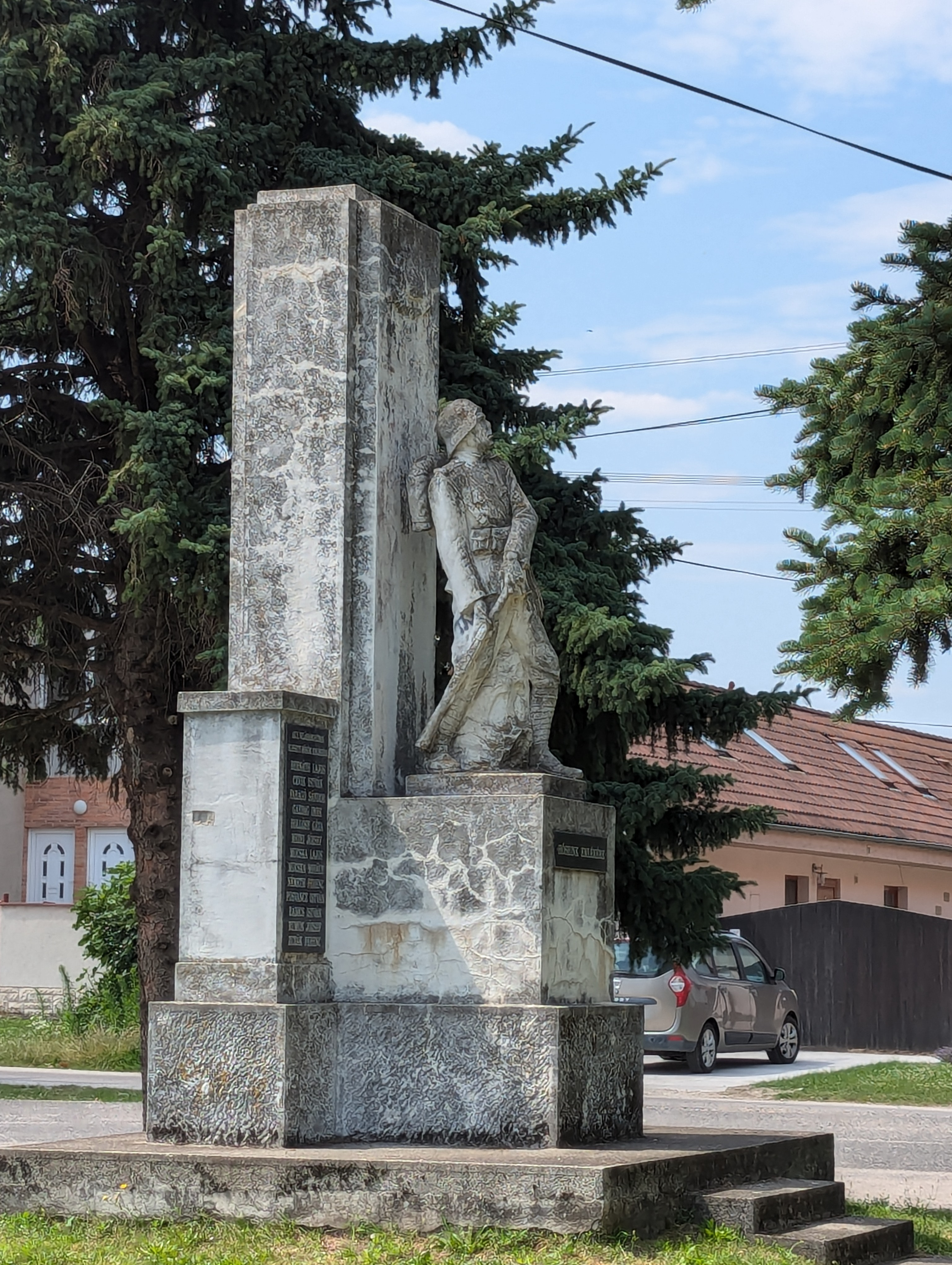

##### Pozsonyeperjes

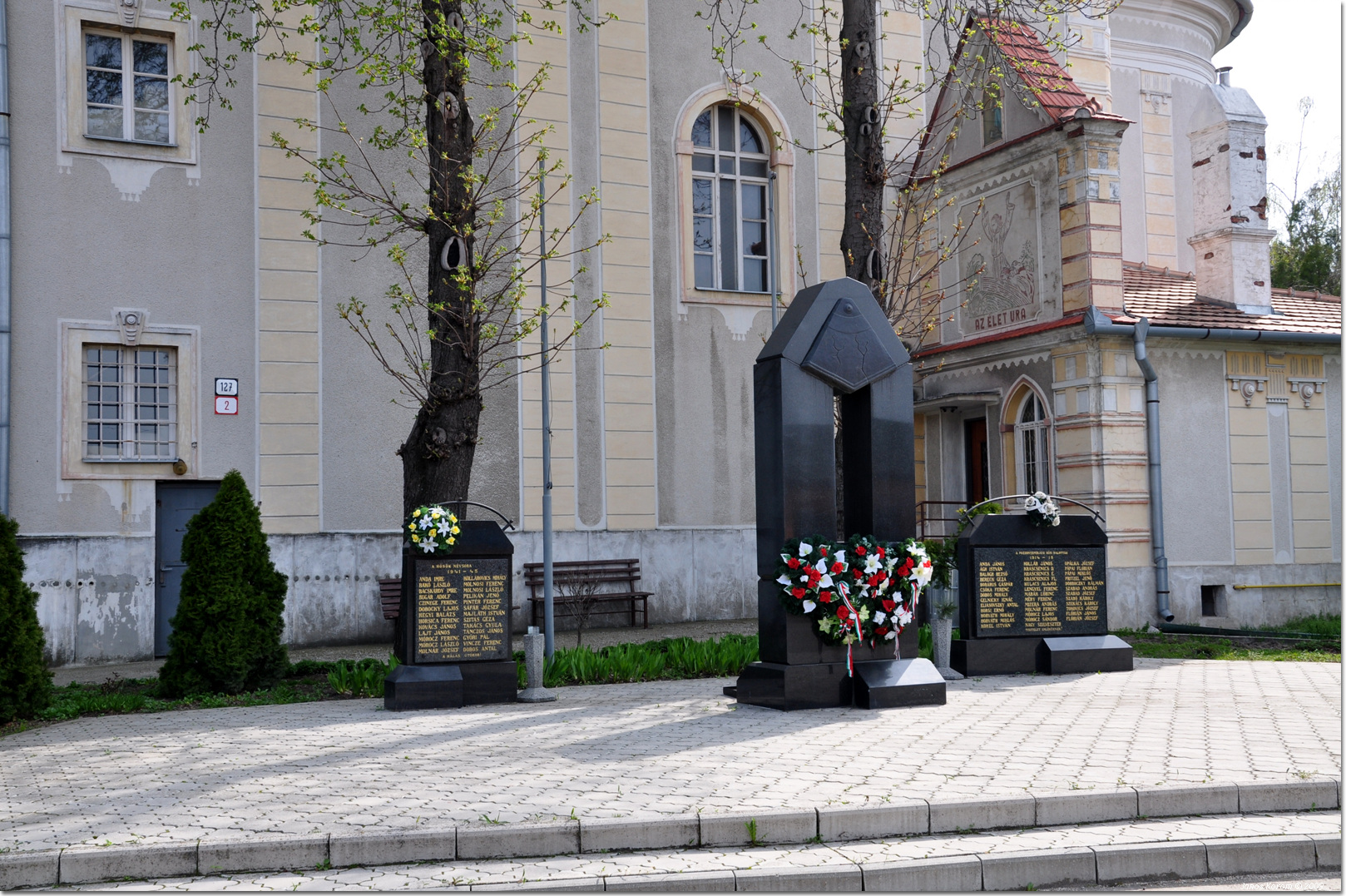

##### Szap

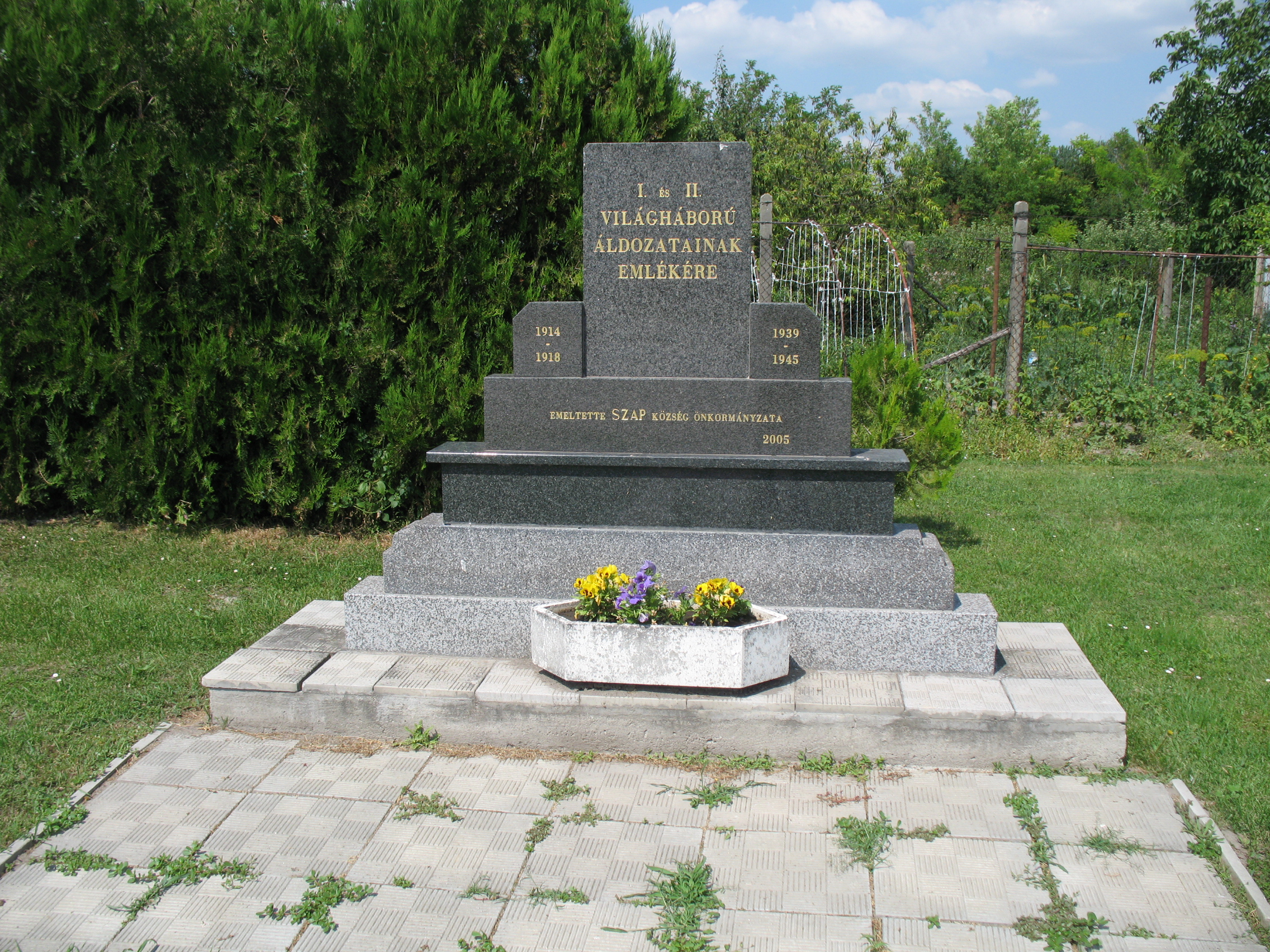

##### Vajka

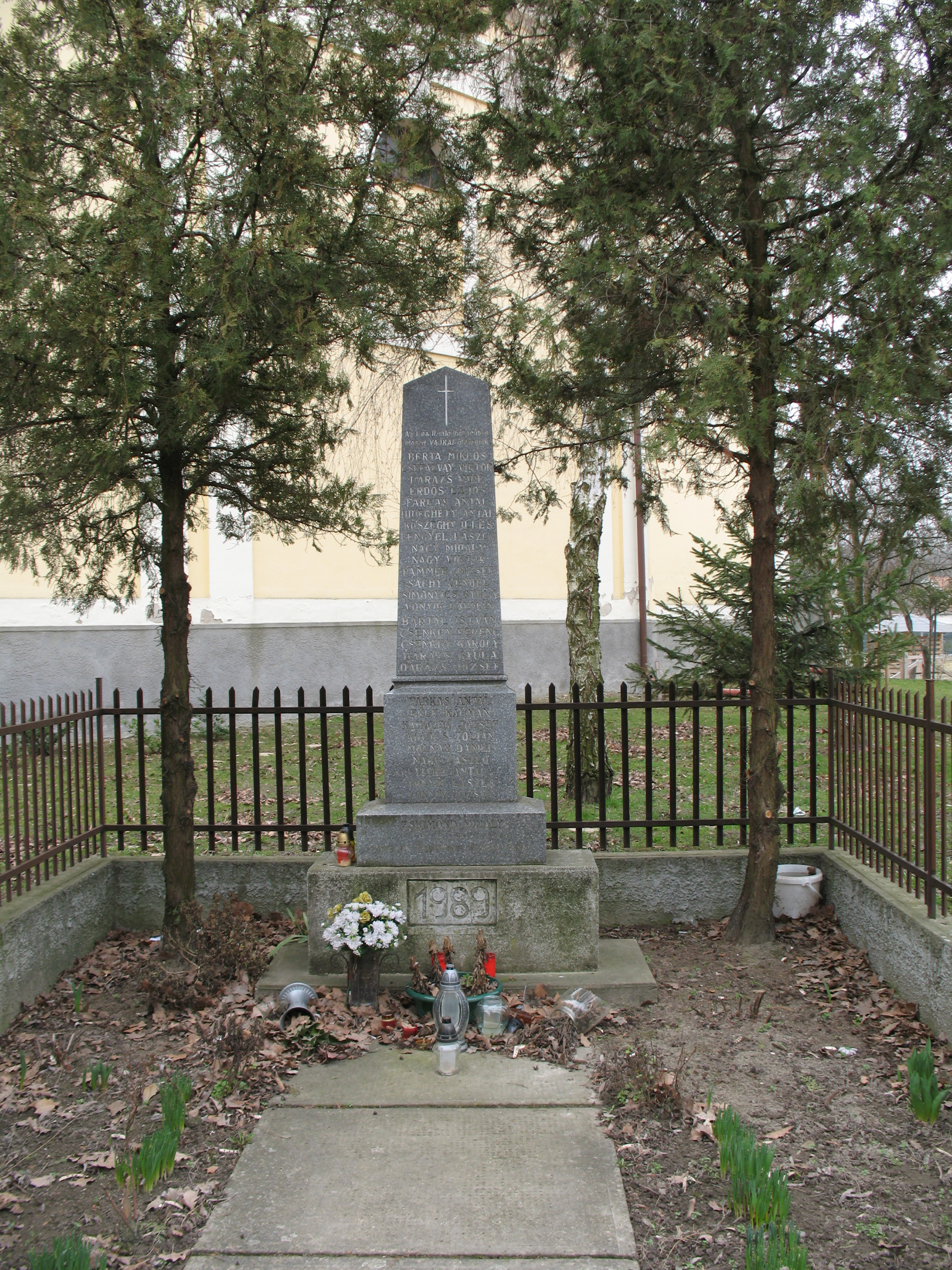
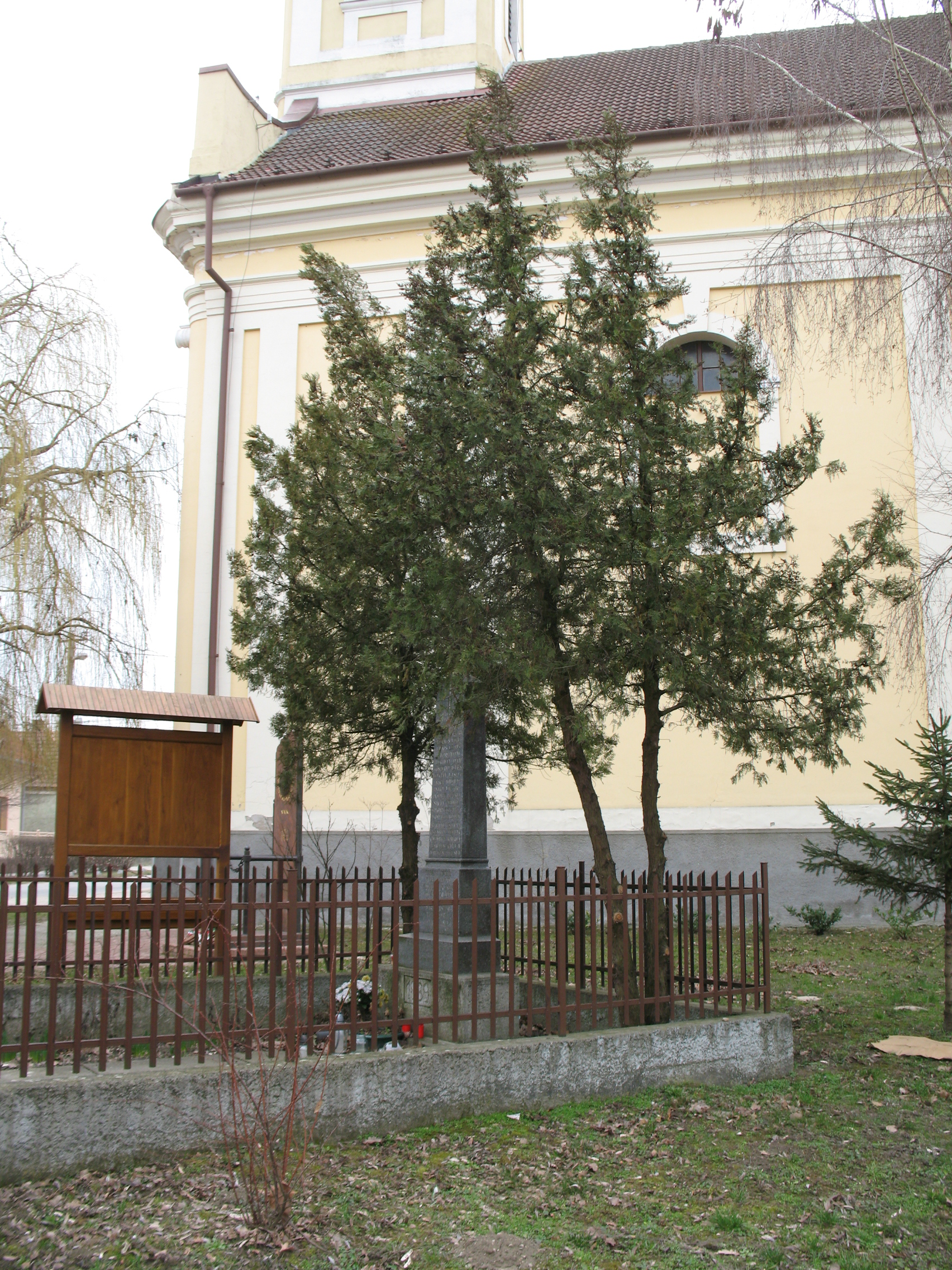

##### Feketenyék

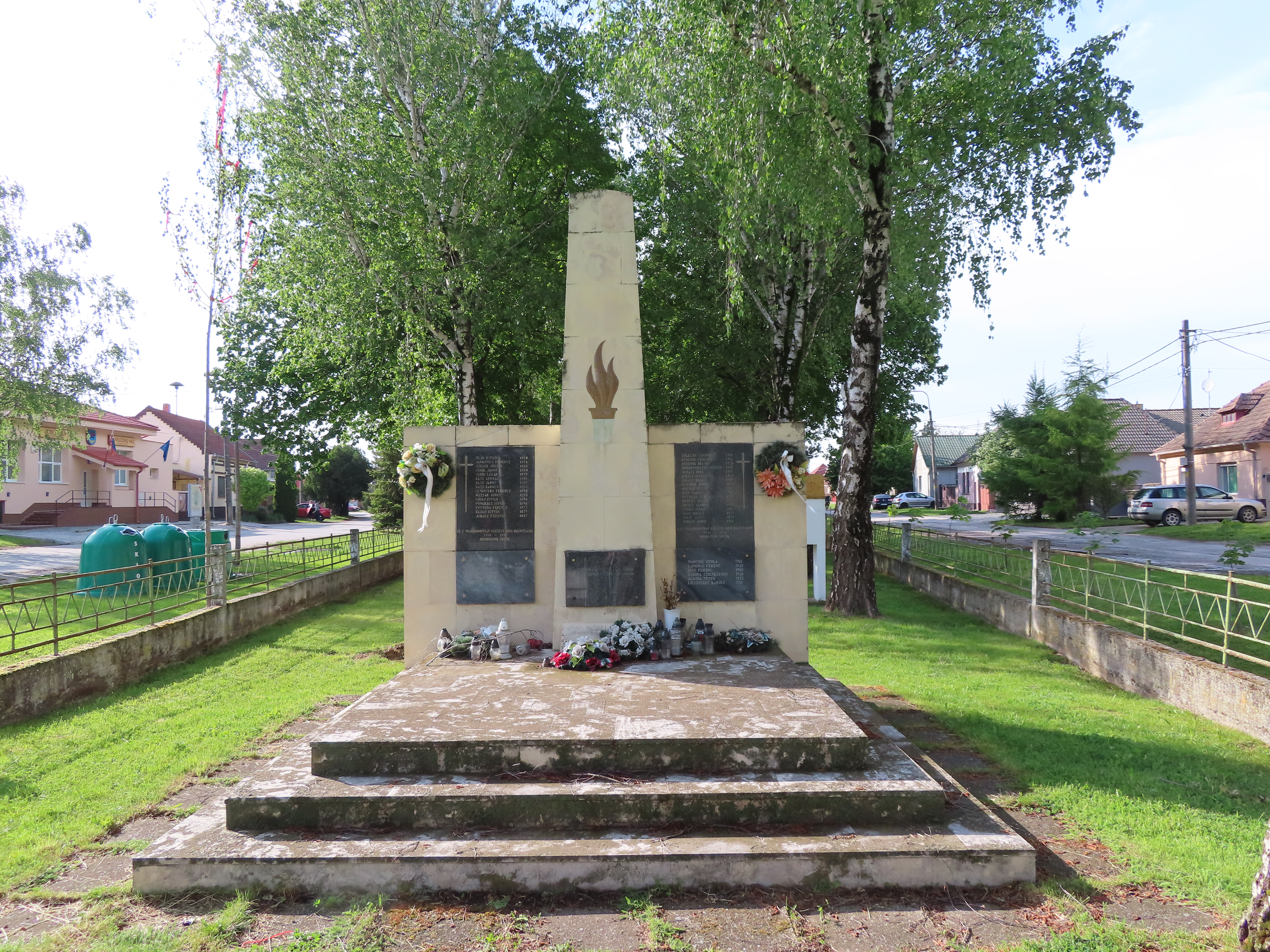

##### Kisgeszt

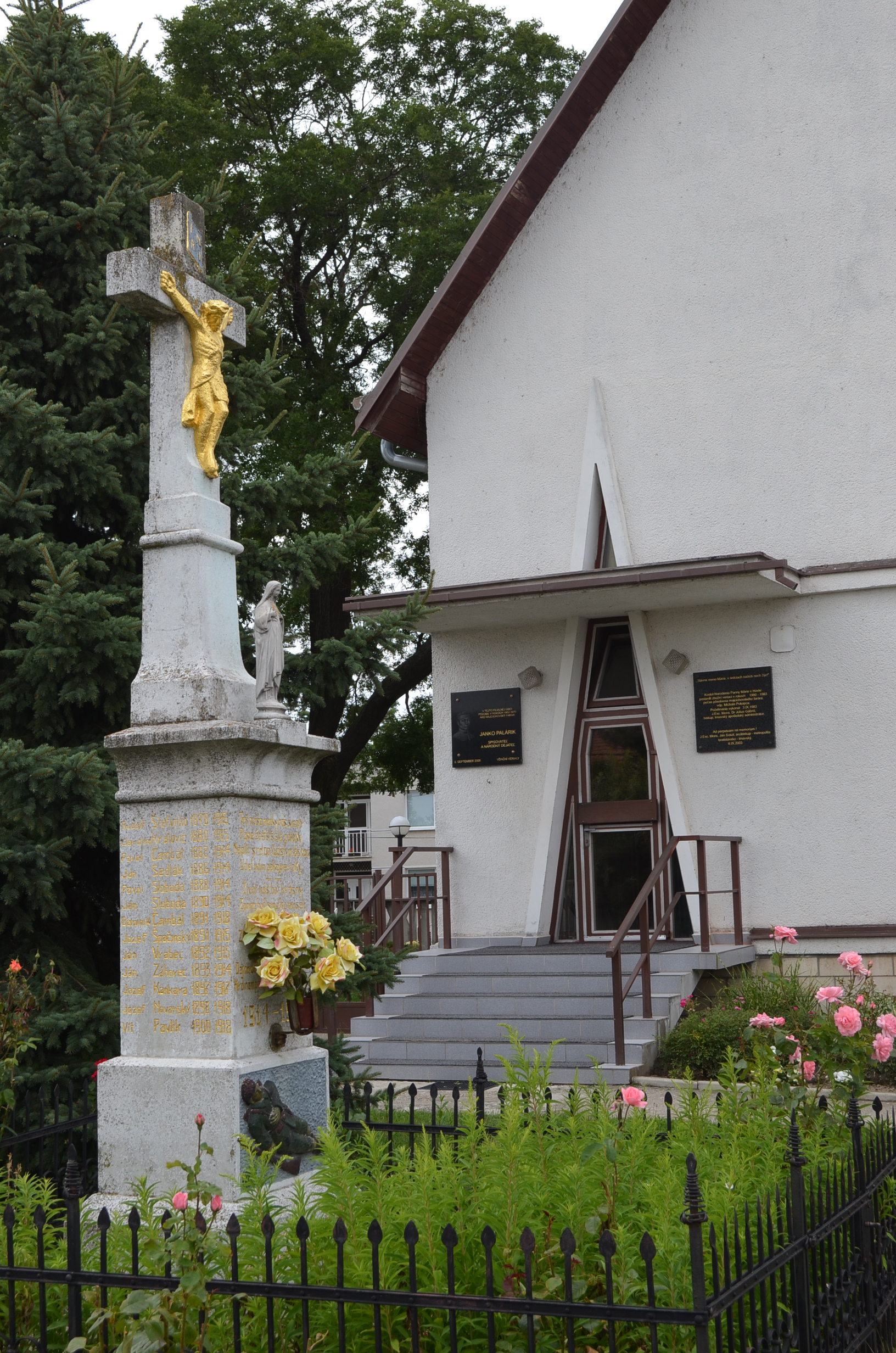
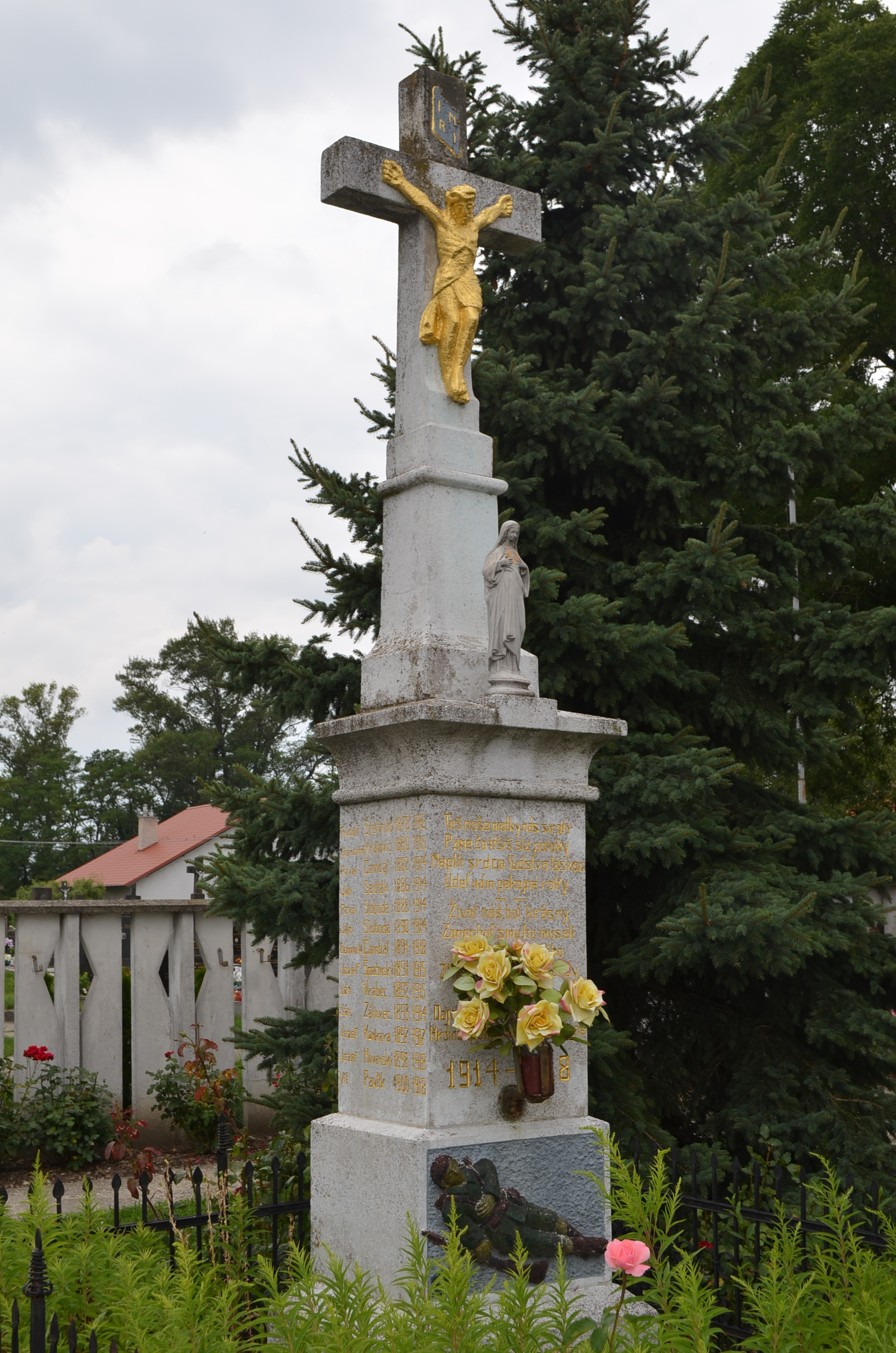
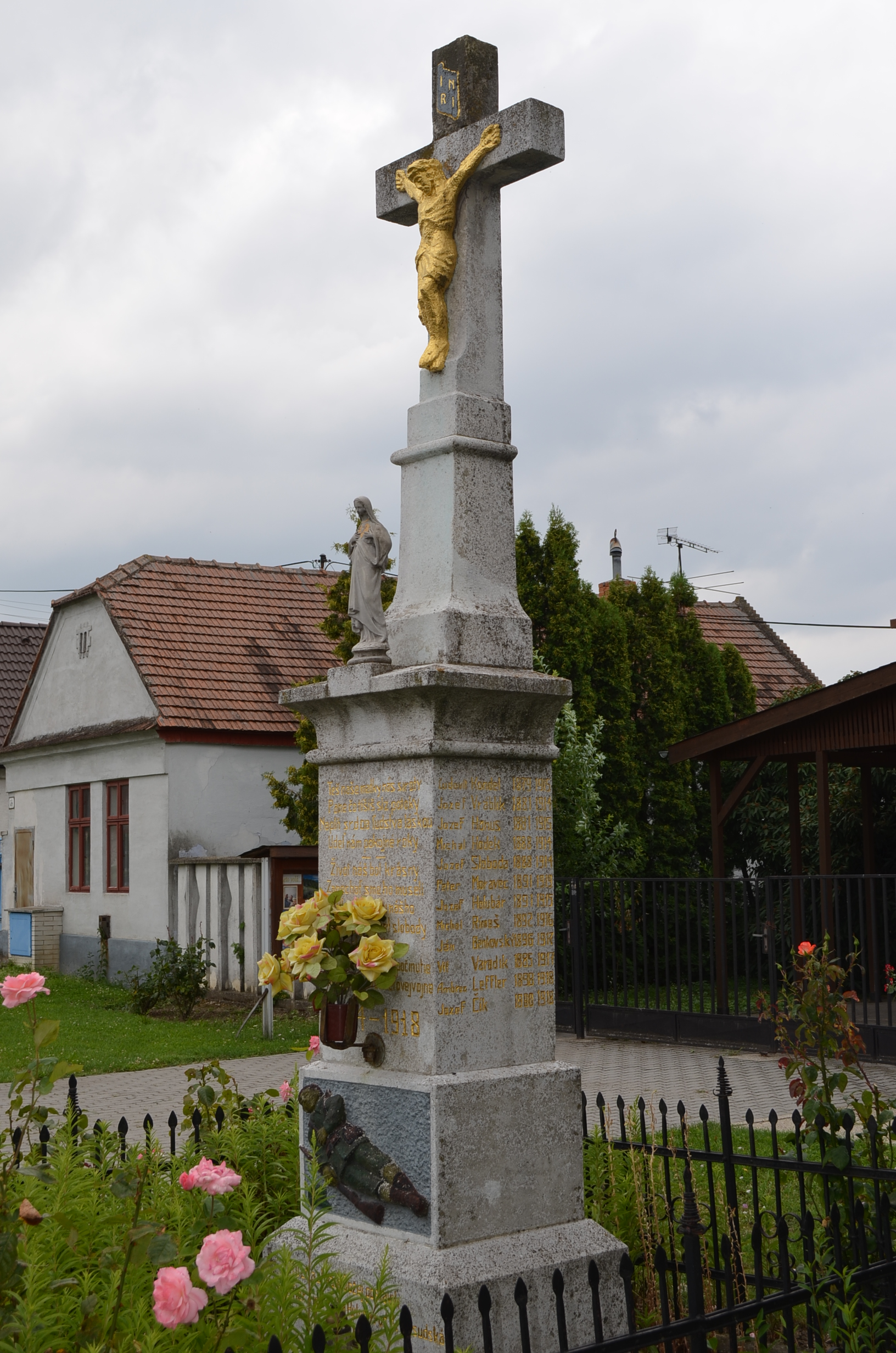
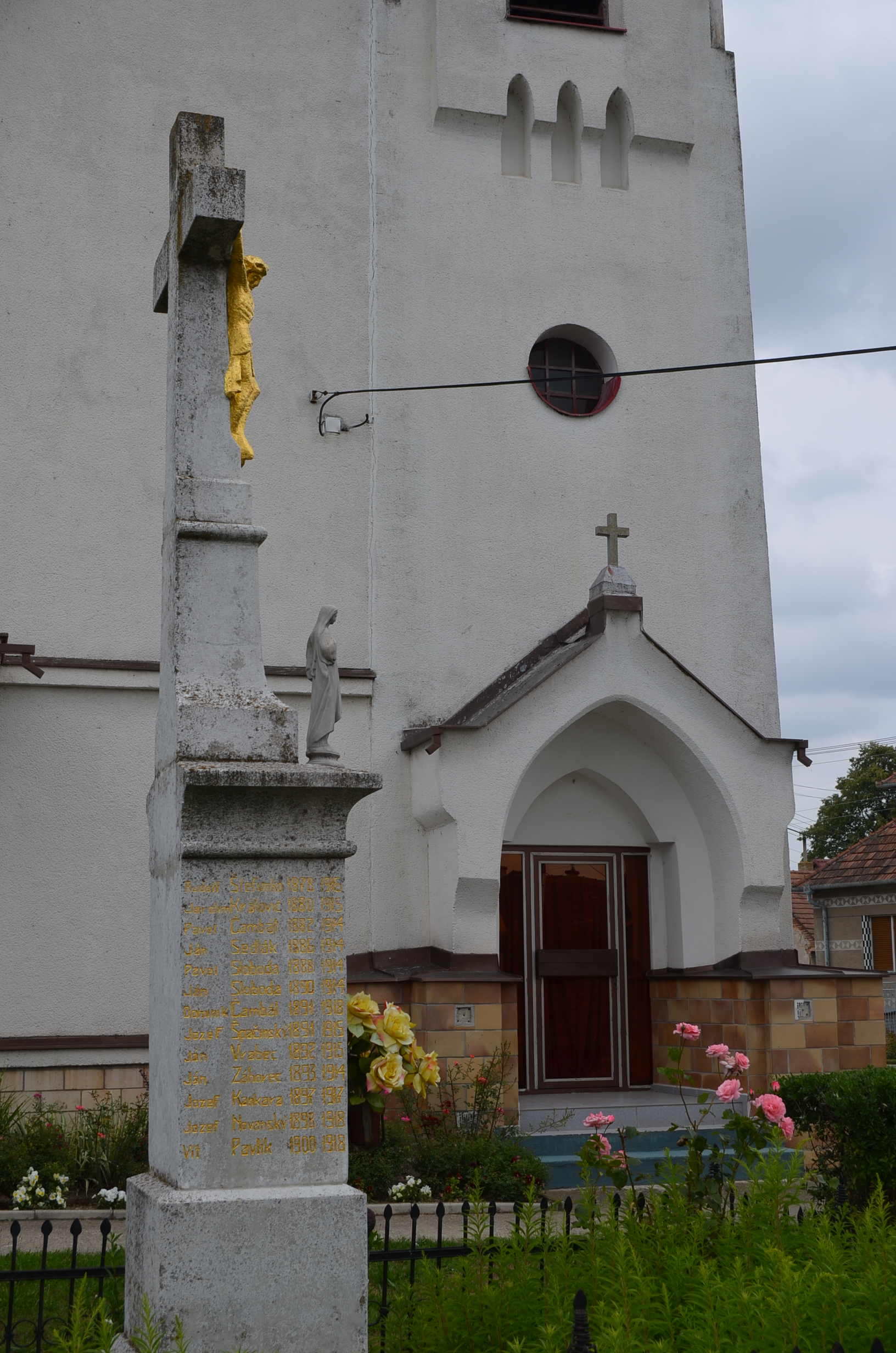

##### Kismácséd

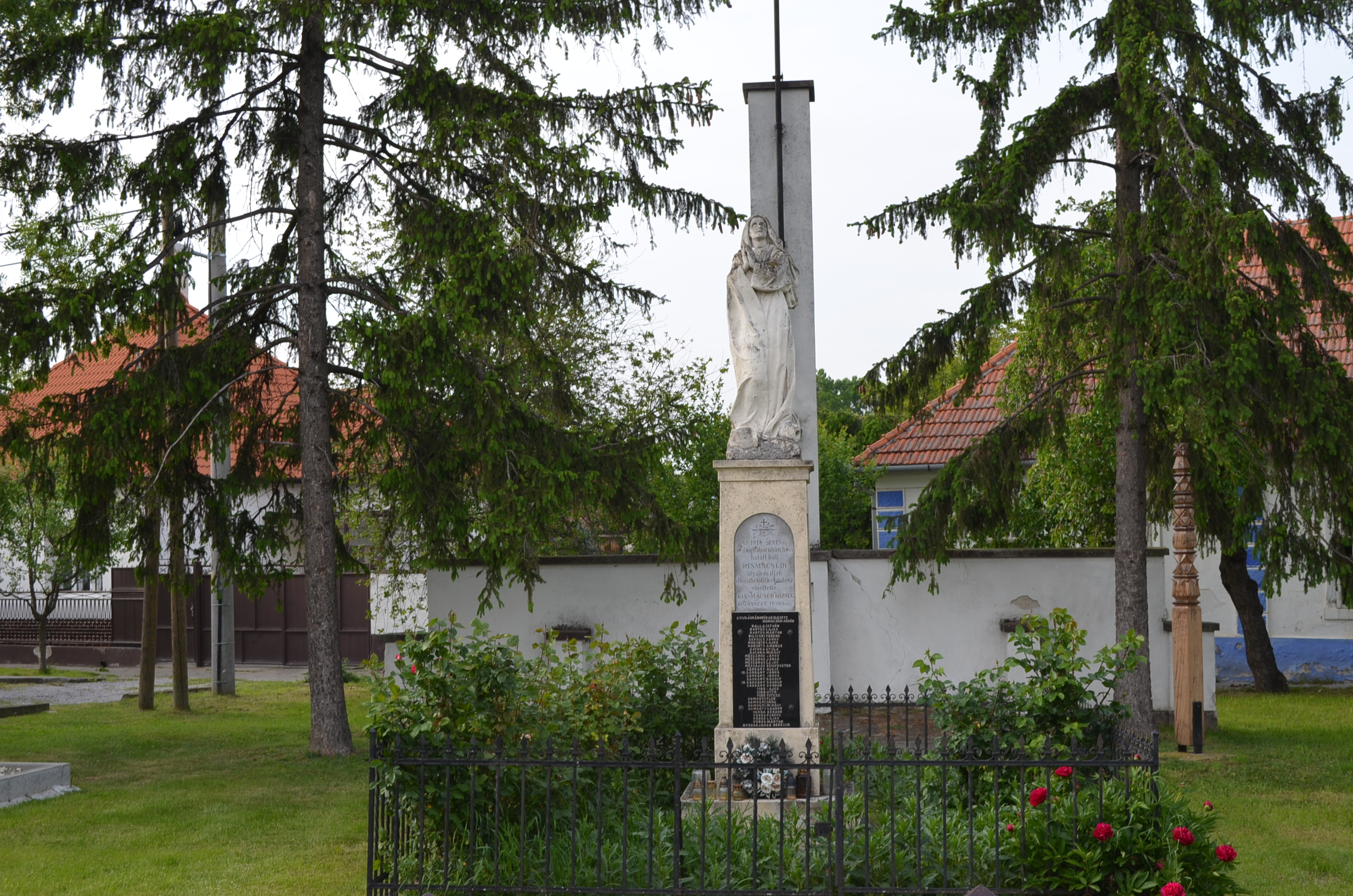
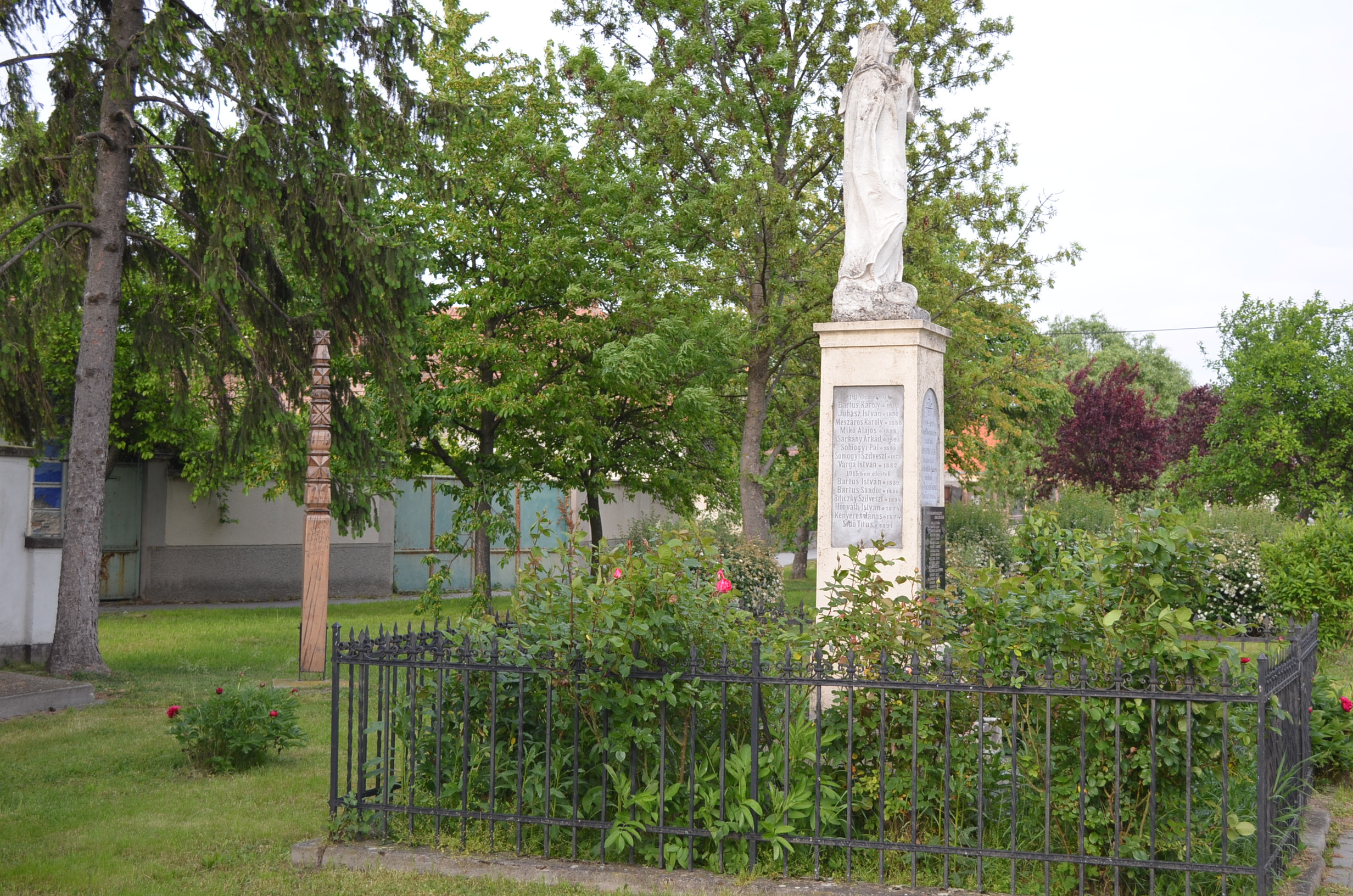

##### Királyrév

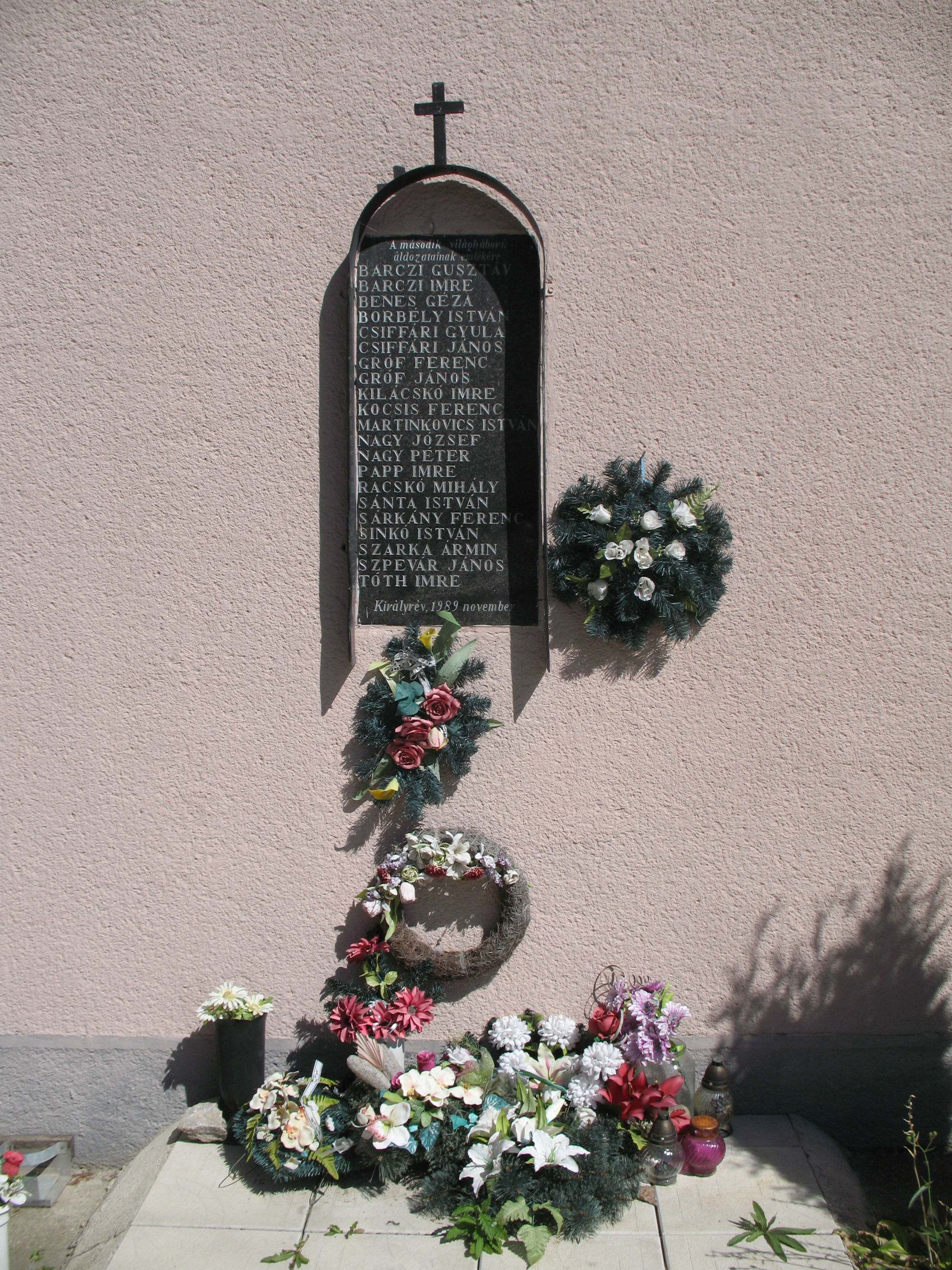

##### Nagyfödémes

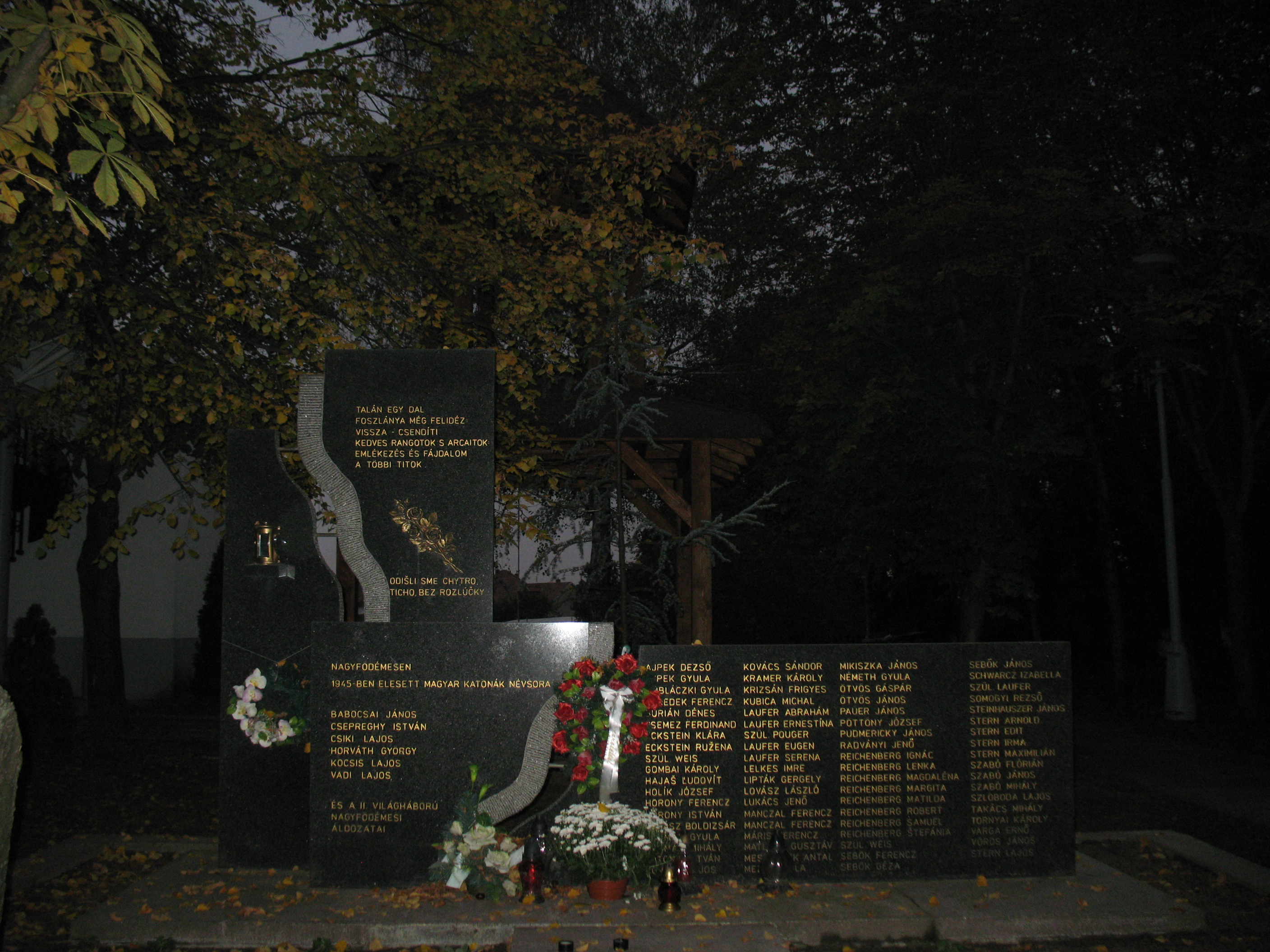

##### Nagymácséd

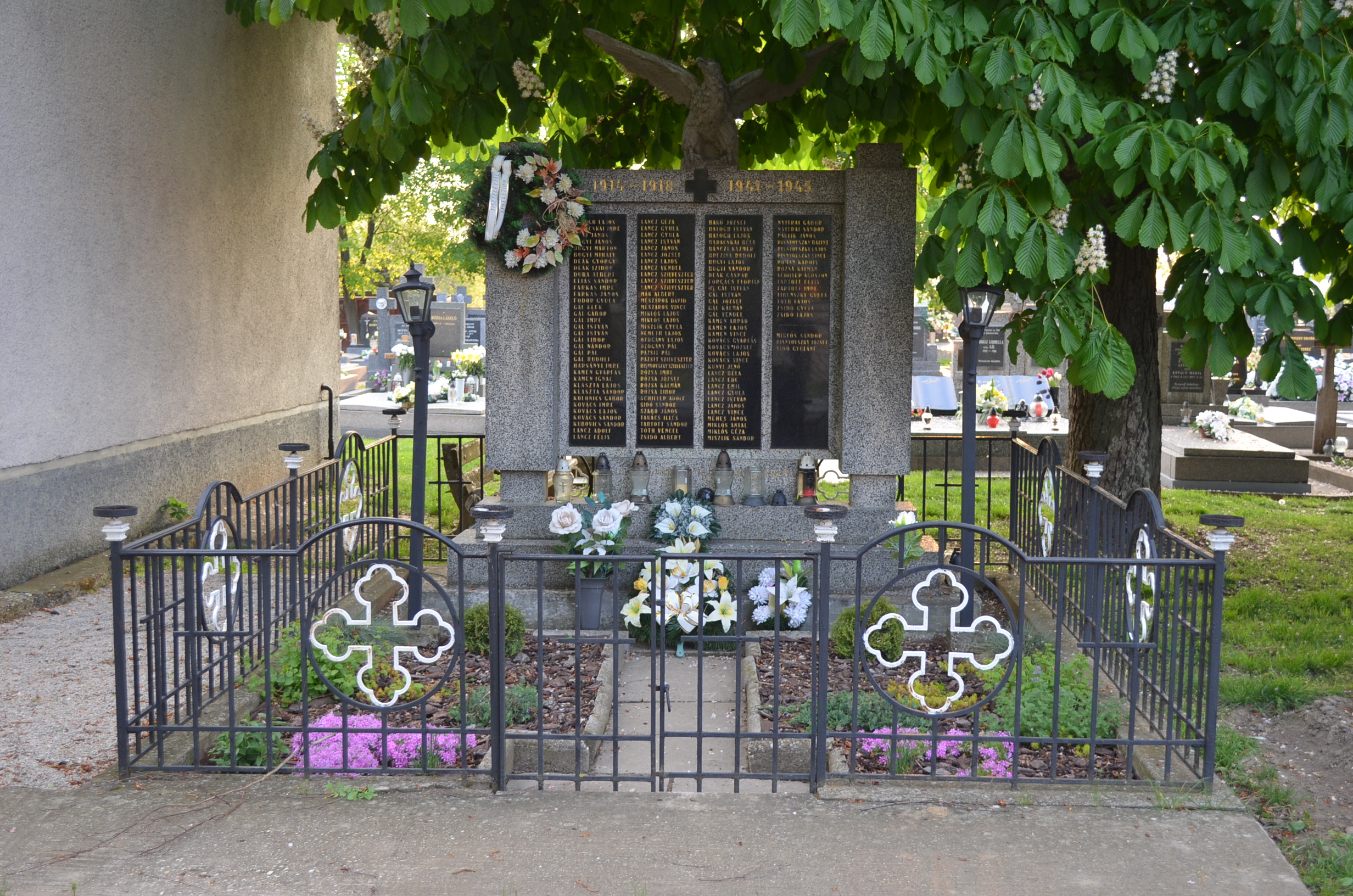

##### Nádszeg

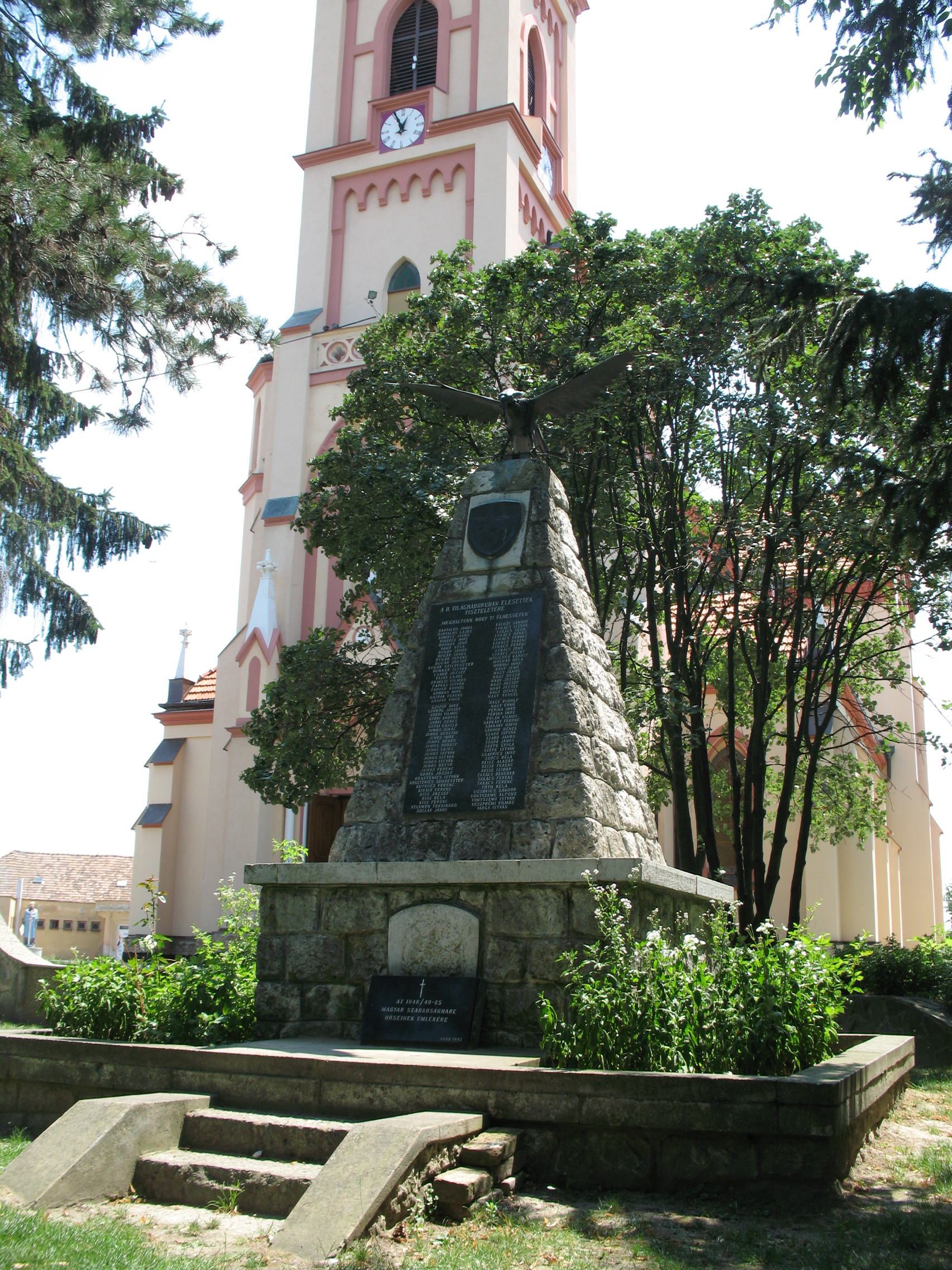
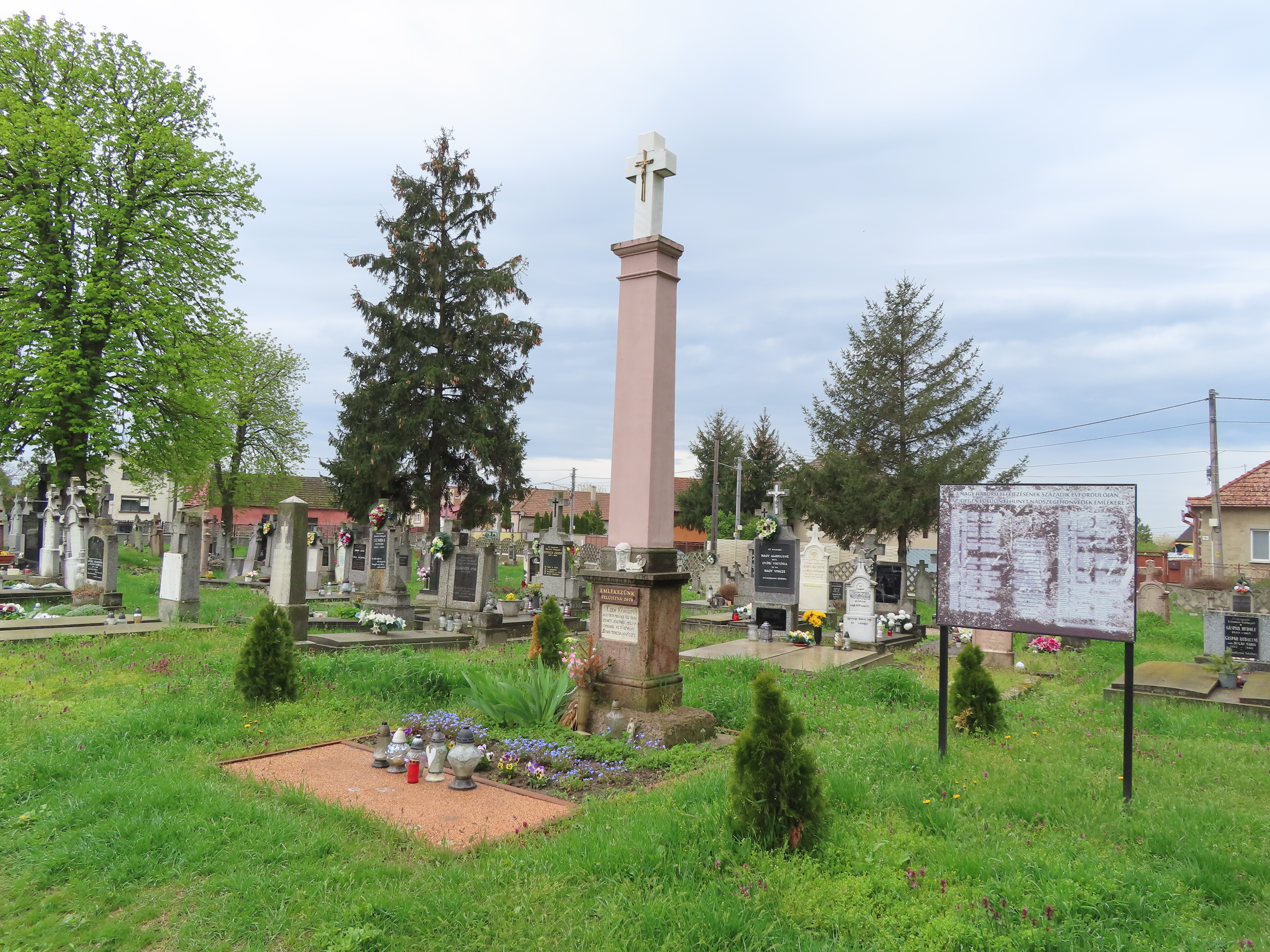

##### Pusztafödémes

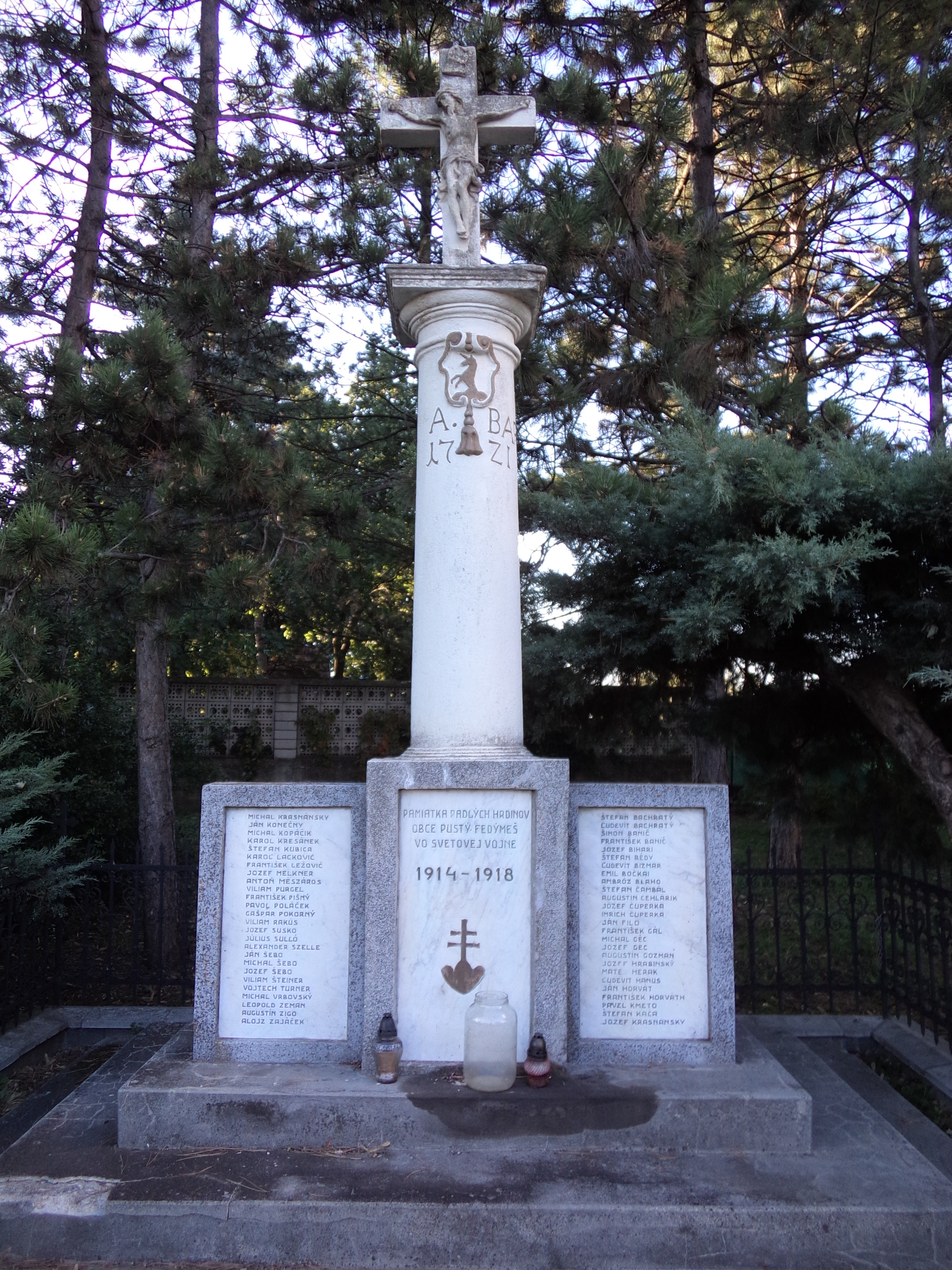

##### Vága

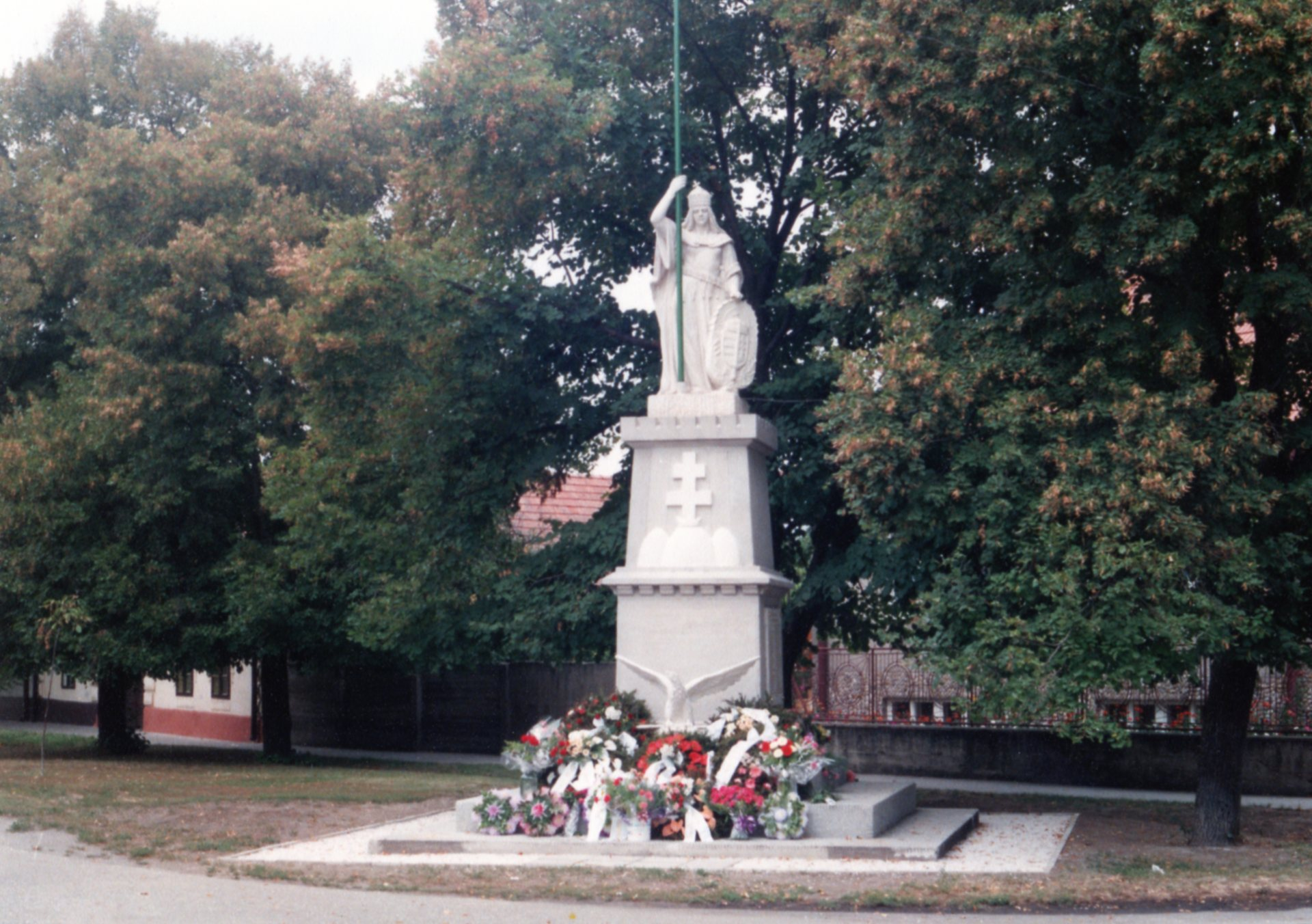
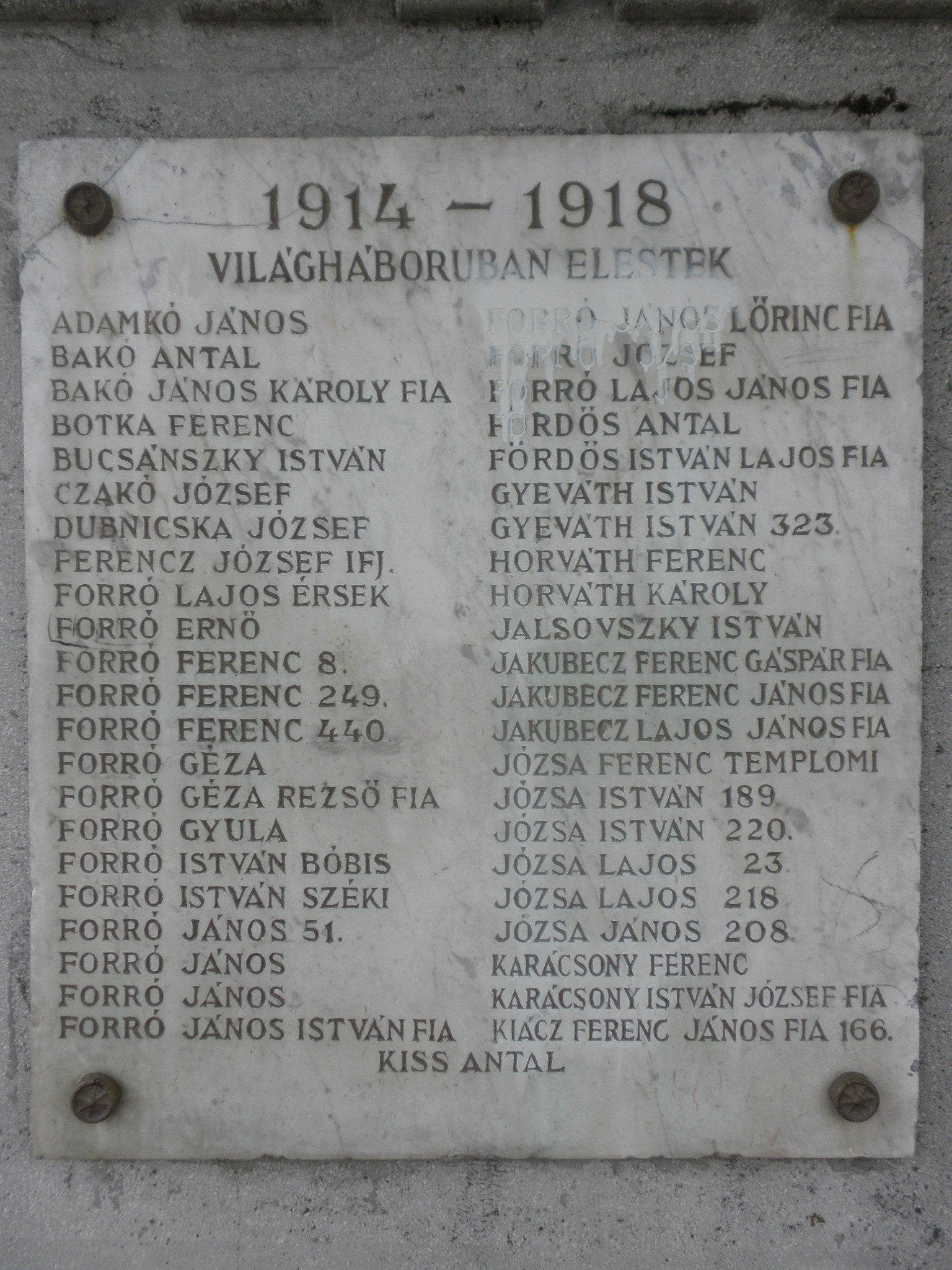
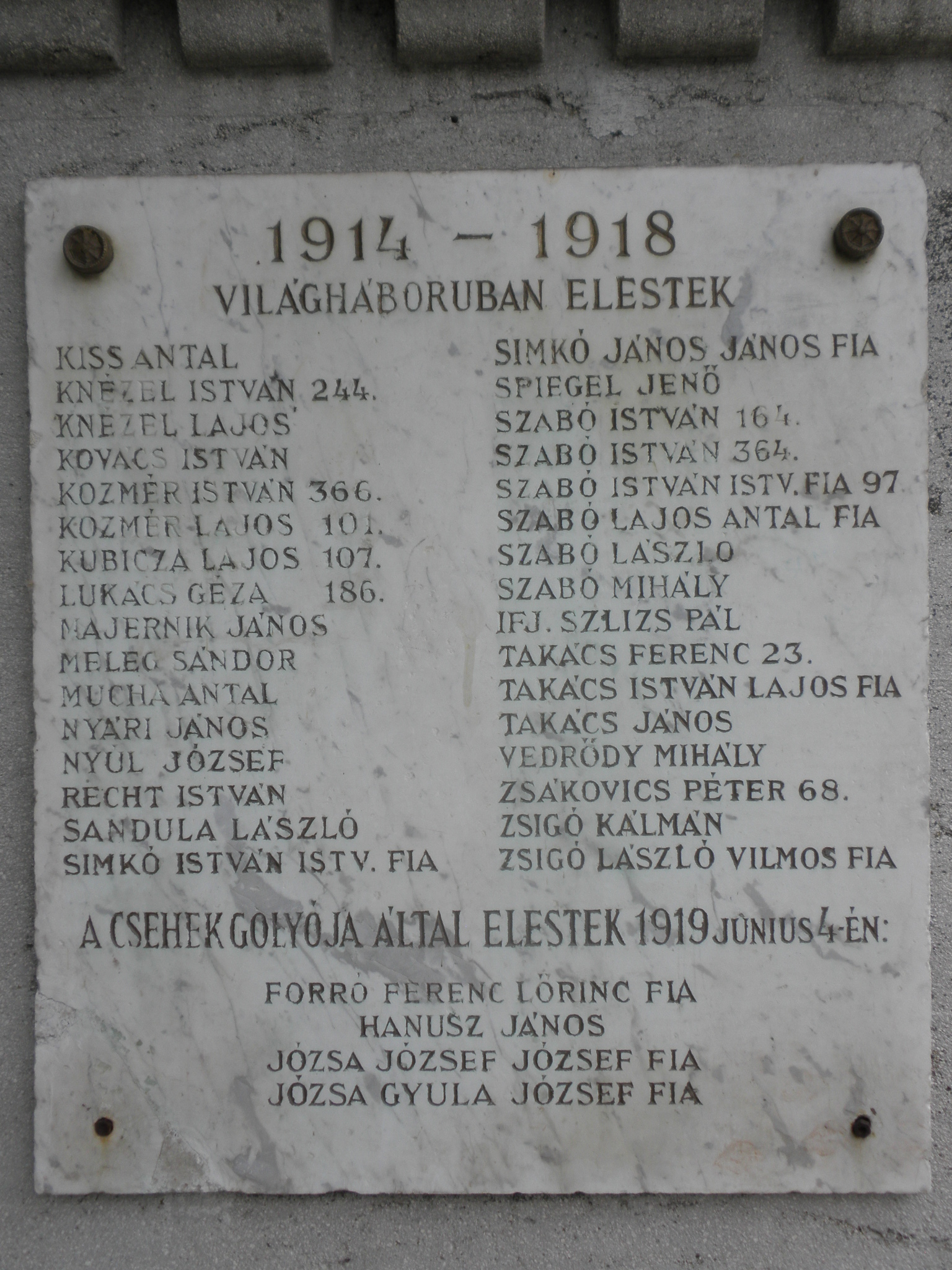
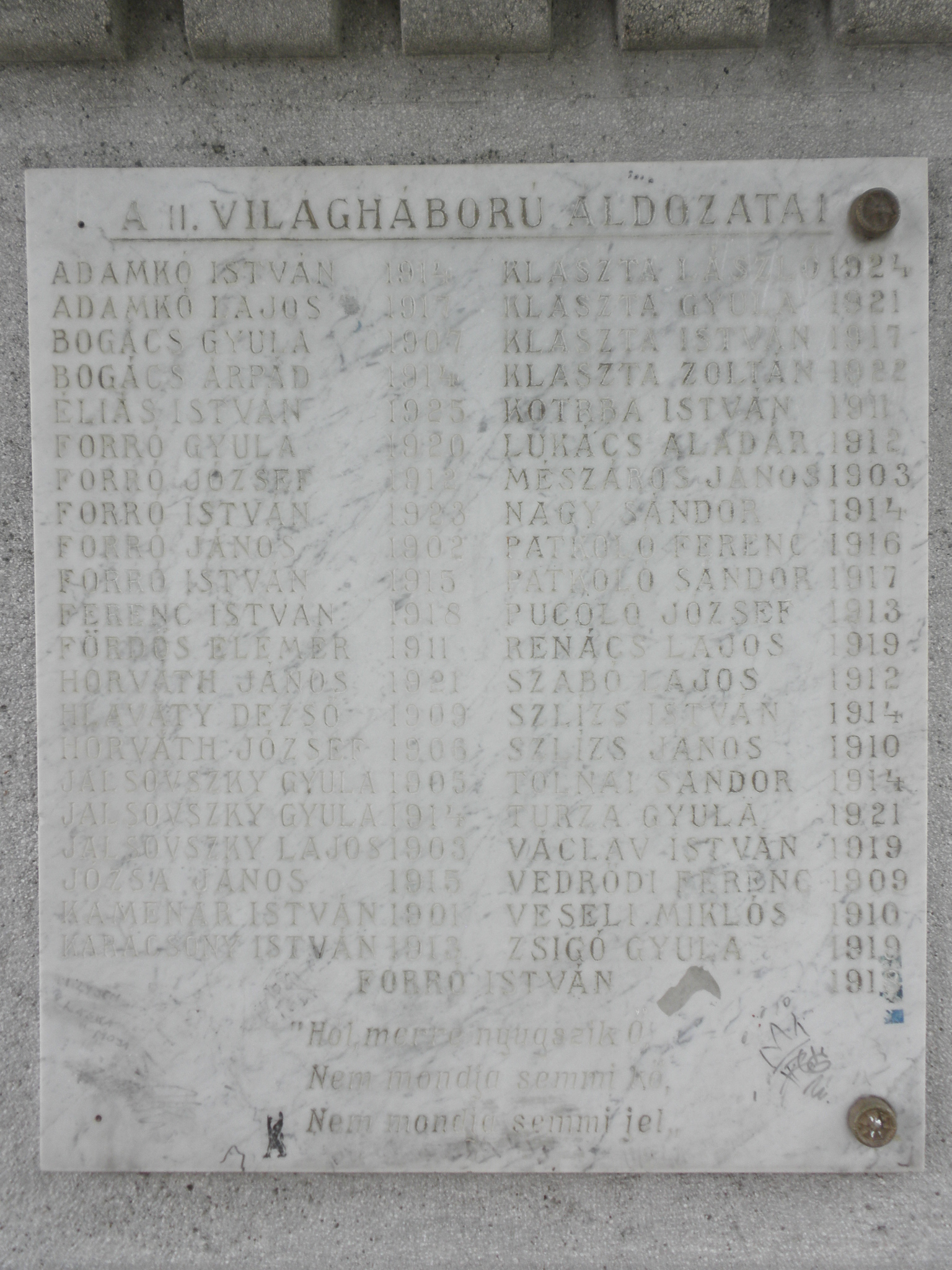

### Nagyszombati kerület

#### Dunaszerdahelyi járás

##### Nagypaka

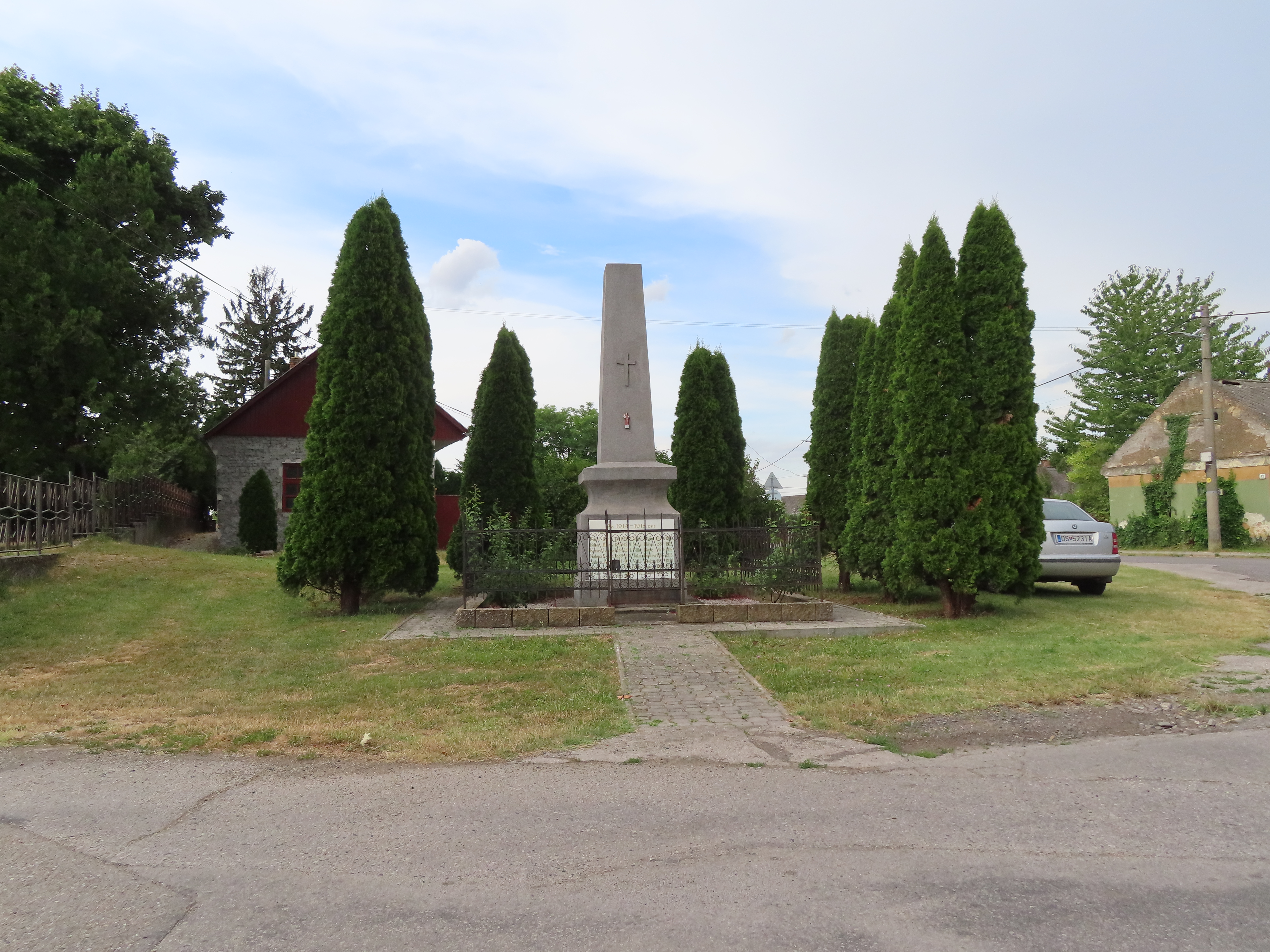
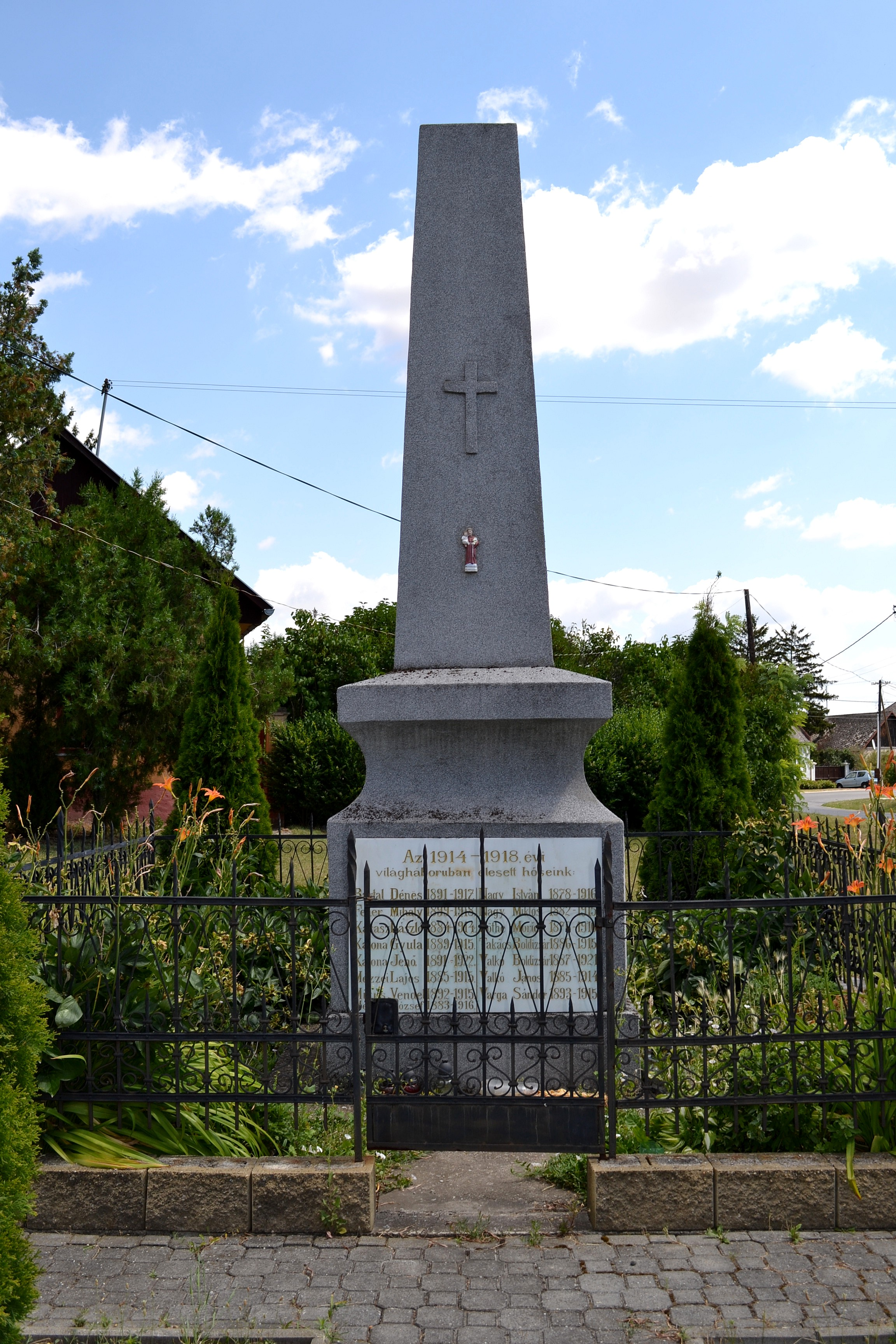
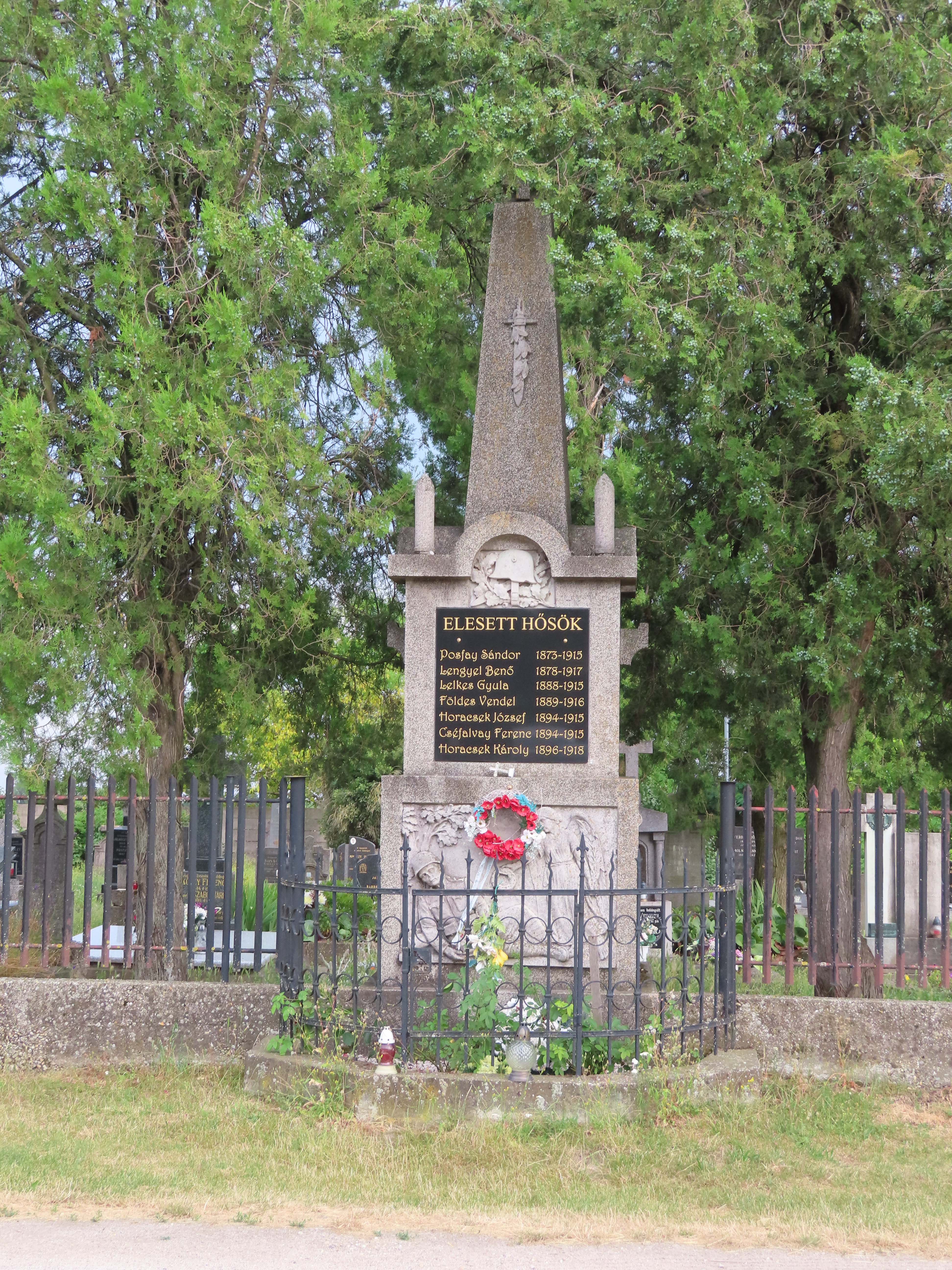
Kispaka

#### Galántai járás

##### Szered

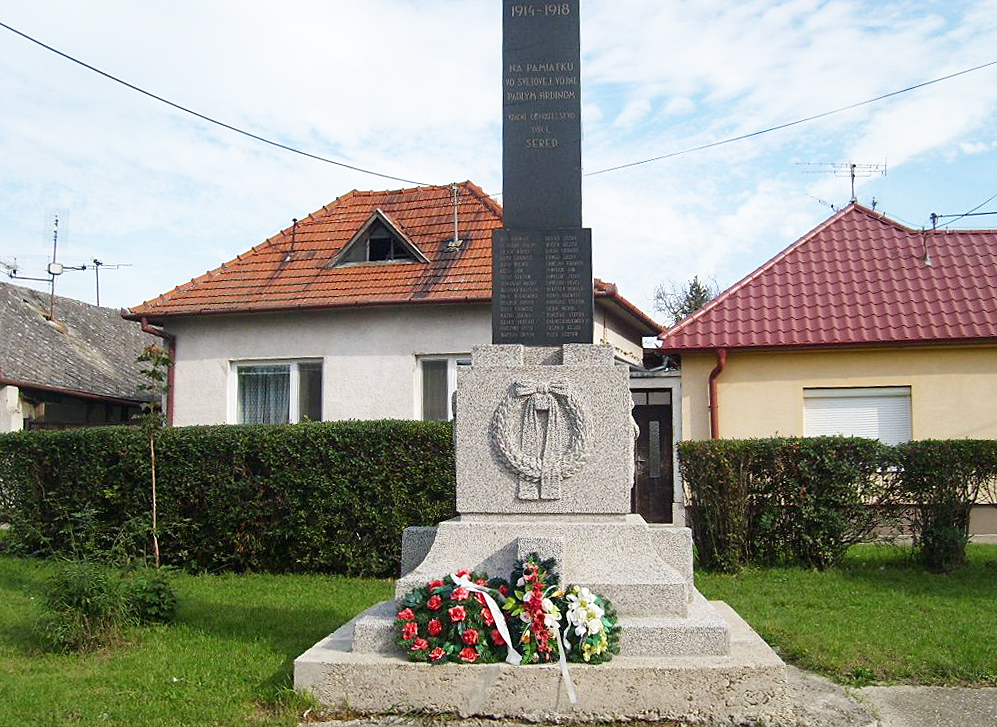
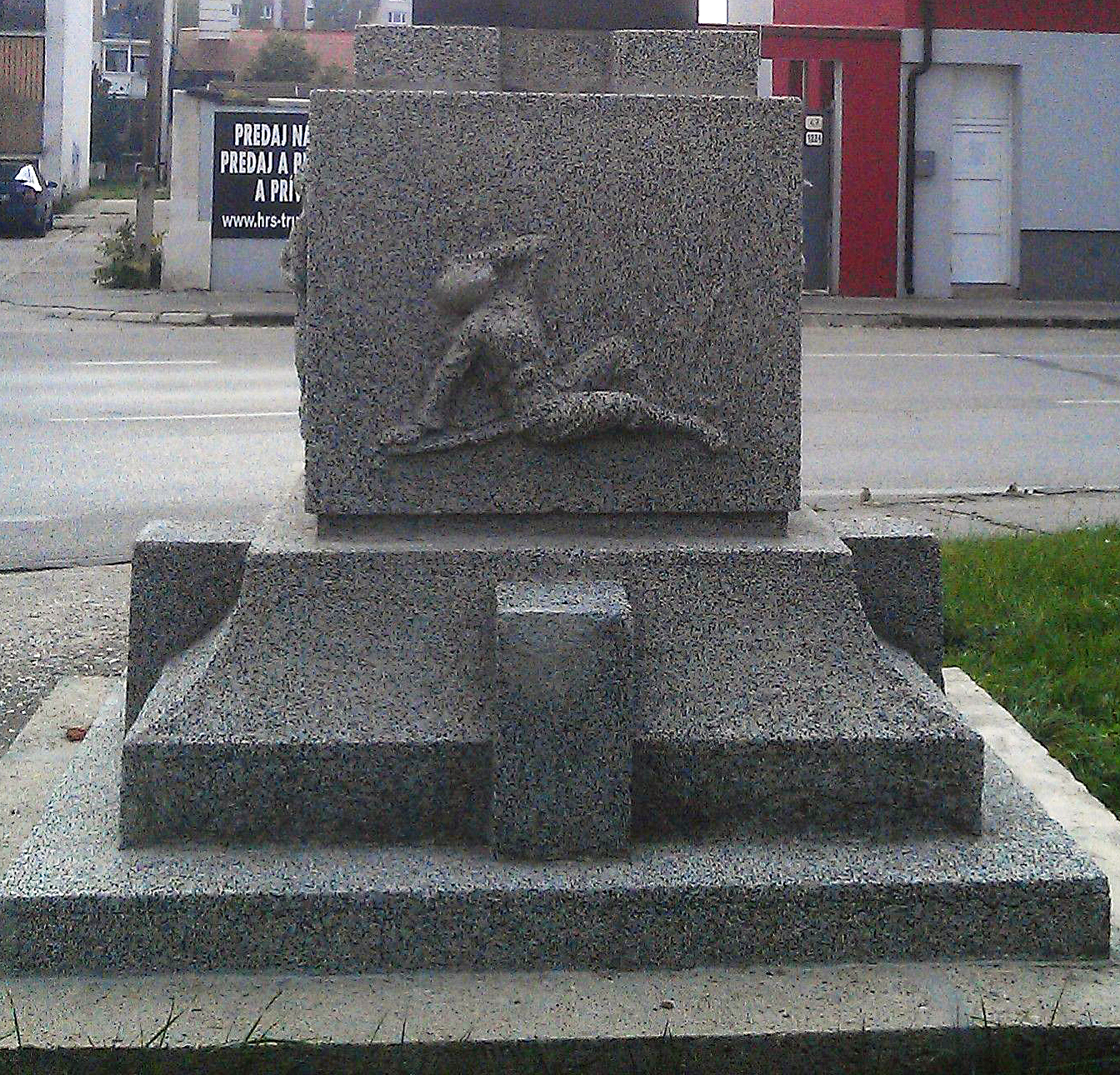
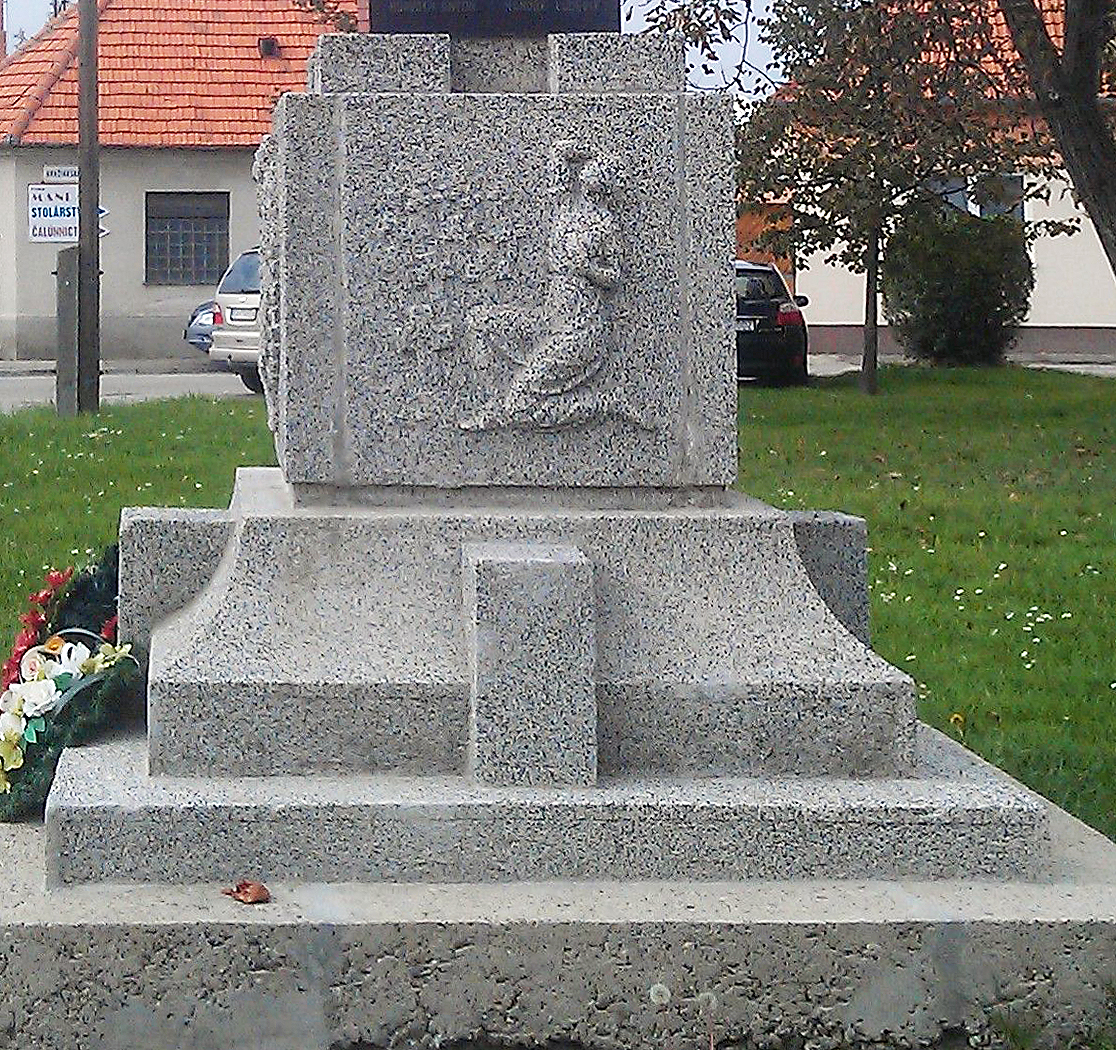
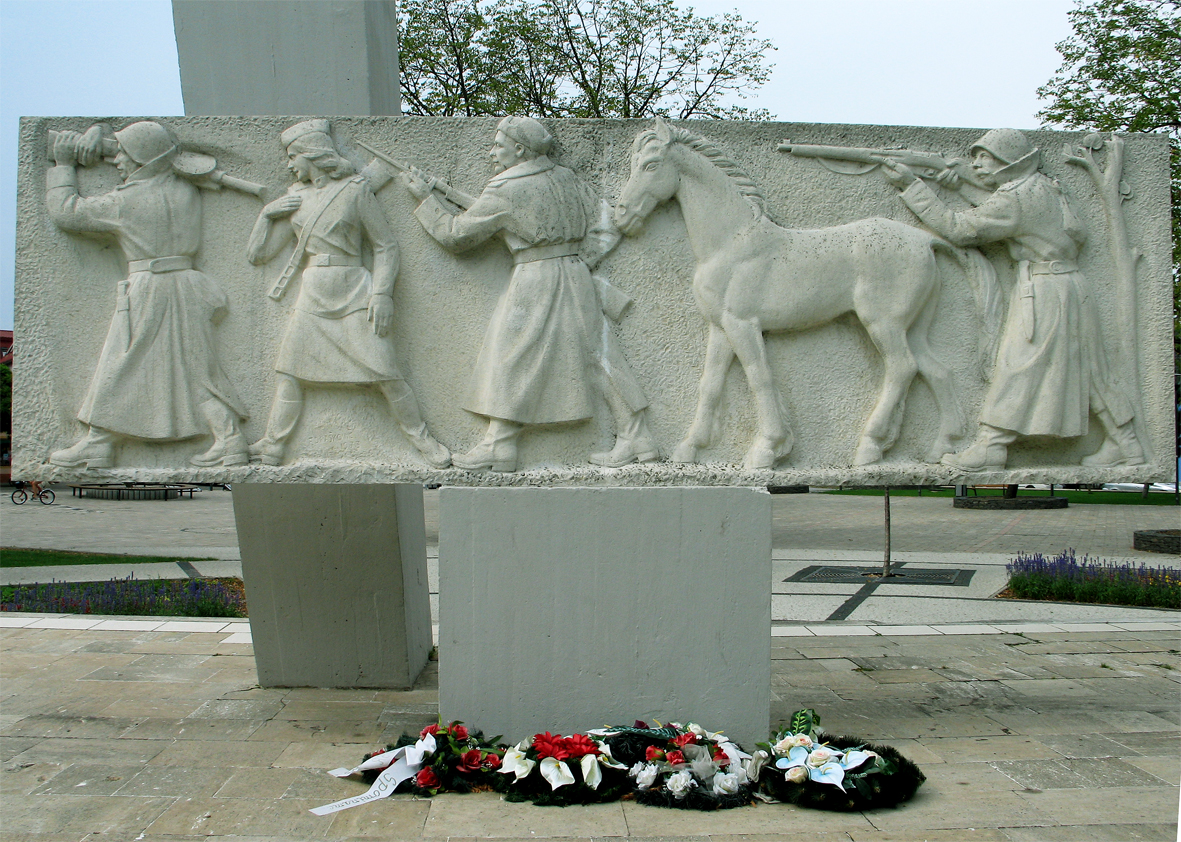
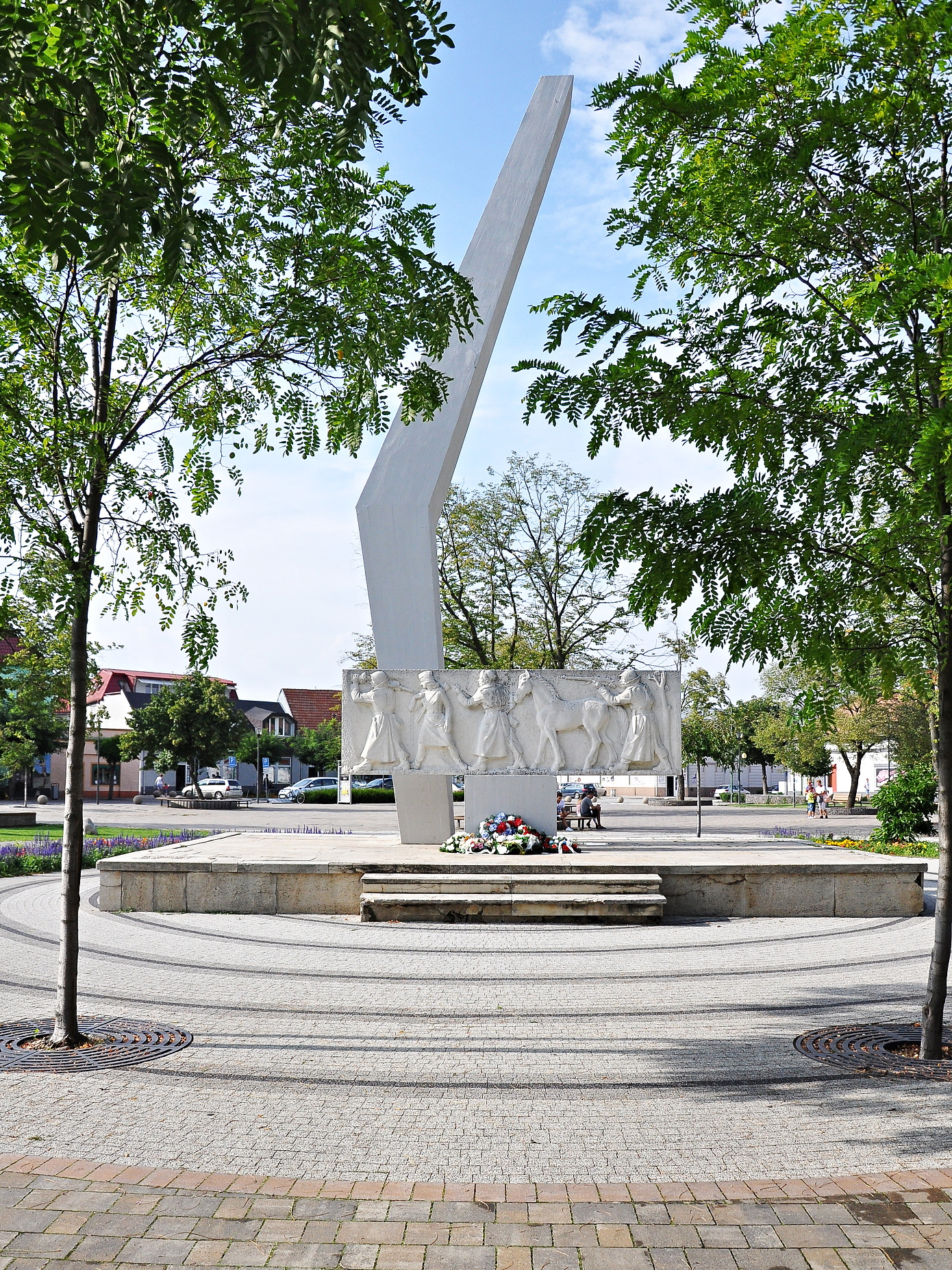
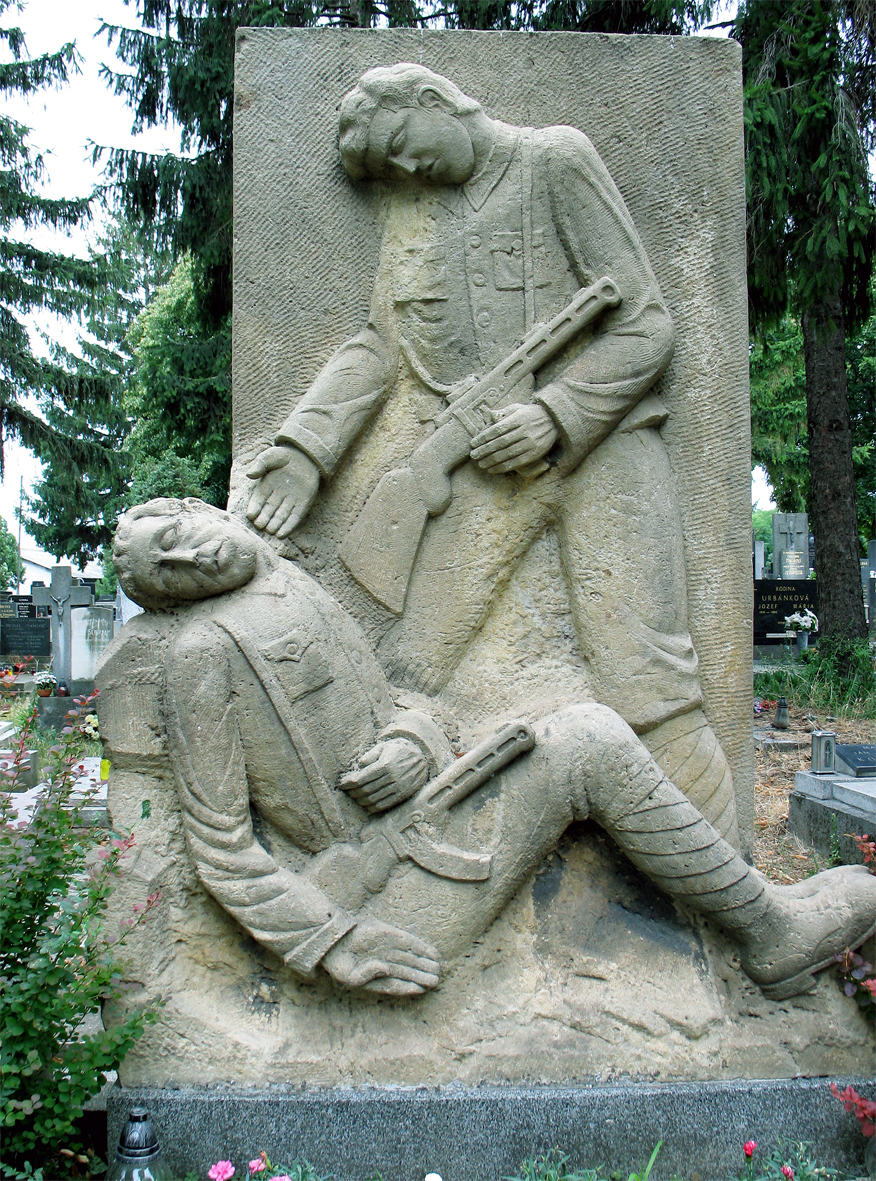
SzNF
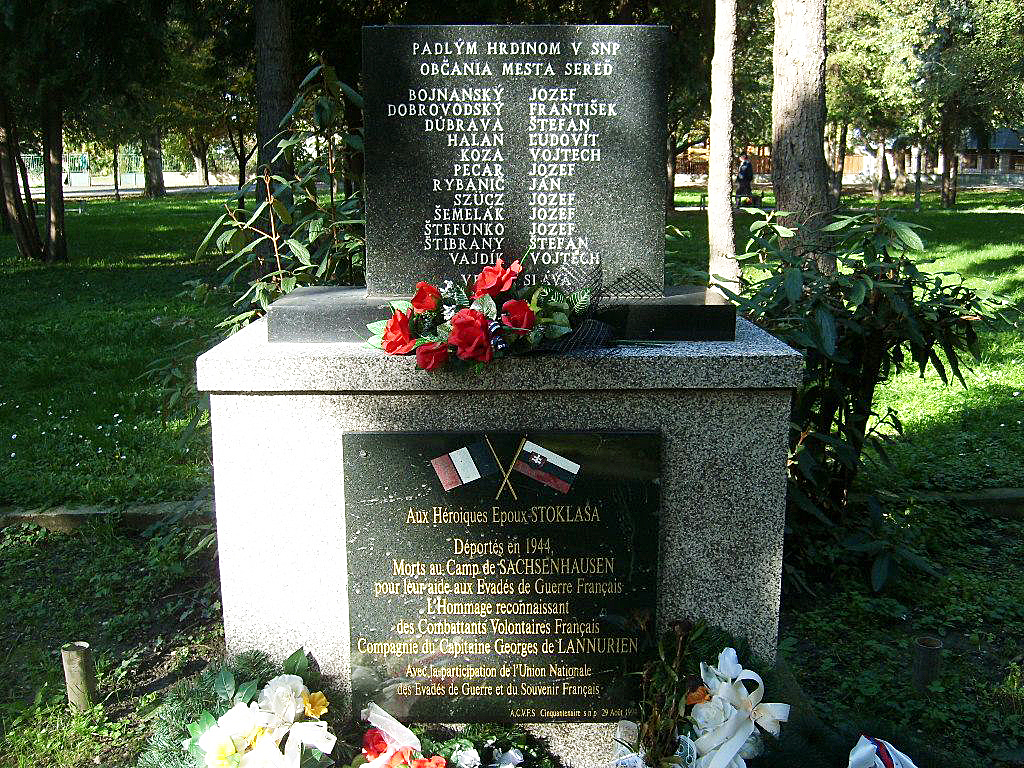

#### Galgóci járás

##### Galgóc

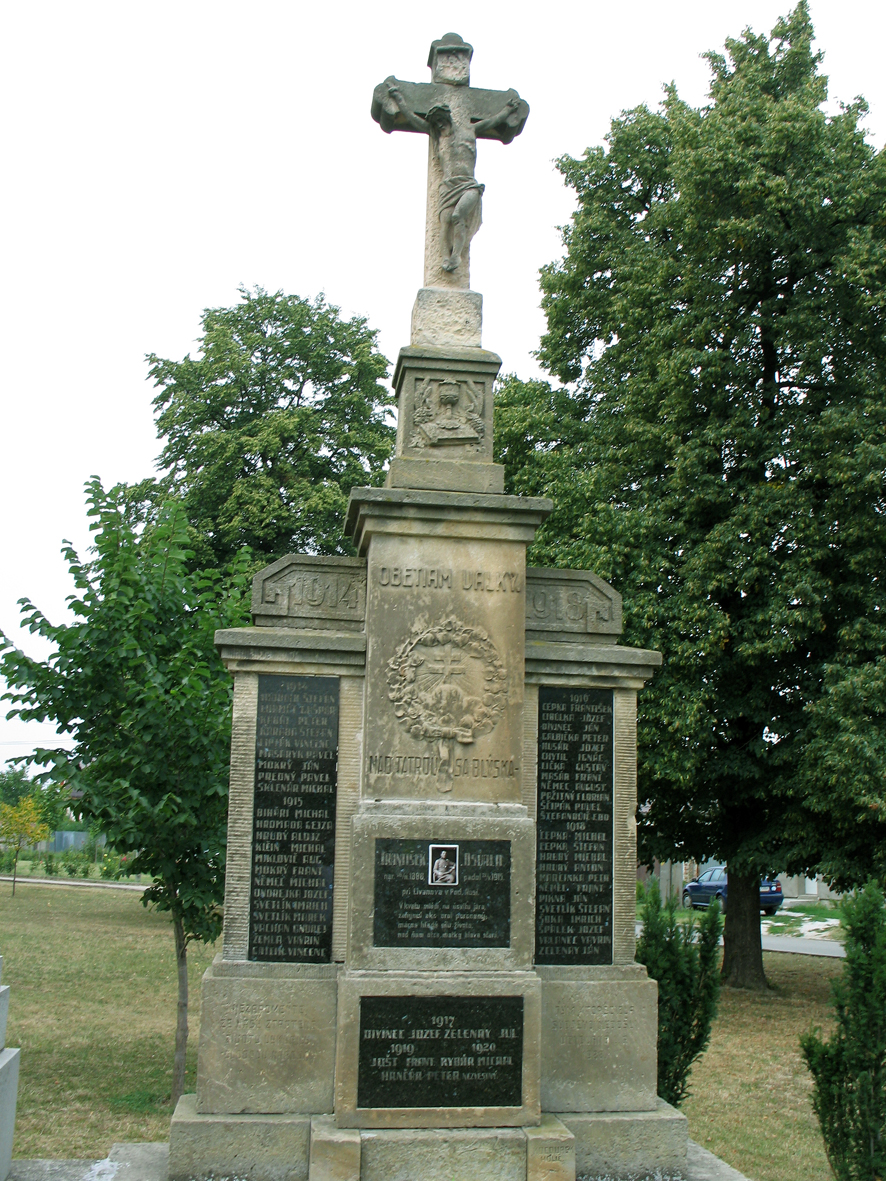
Beregszeg I. világháborús emlékmű
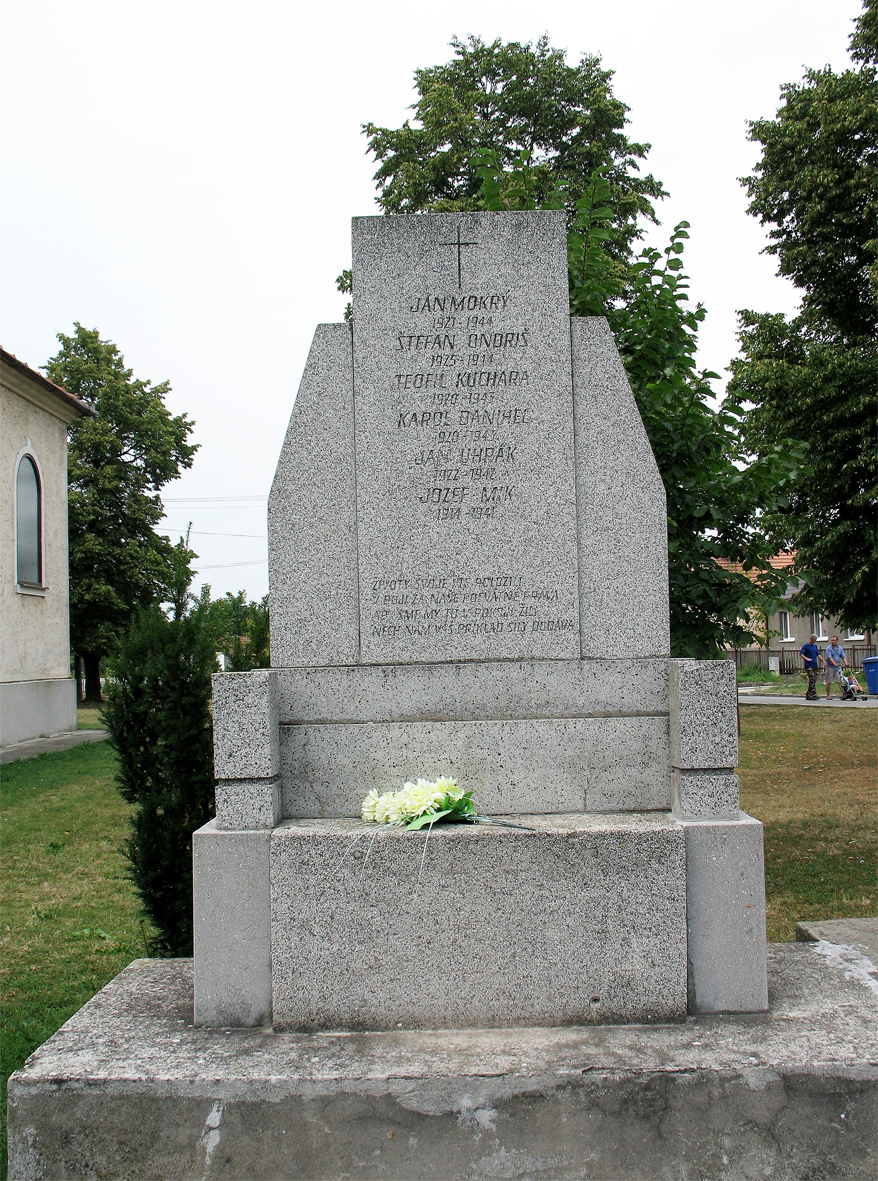
Beregszeg II. világháborús emlékmű
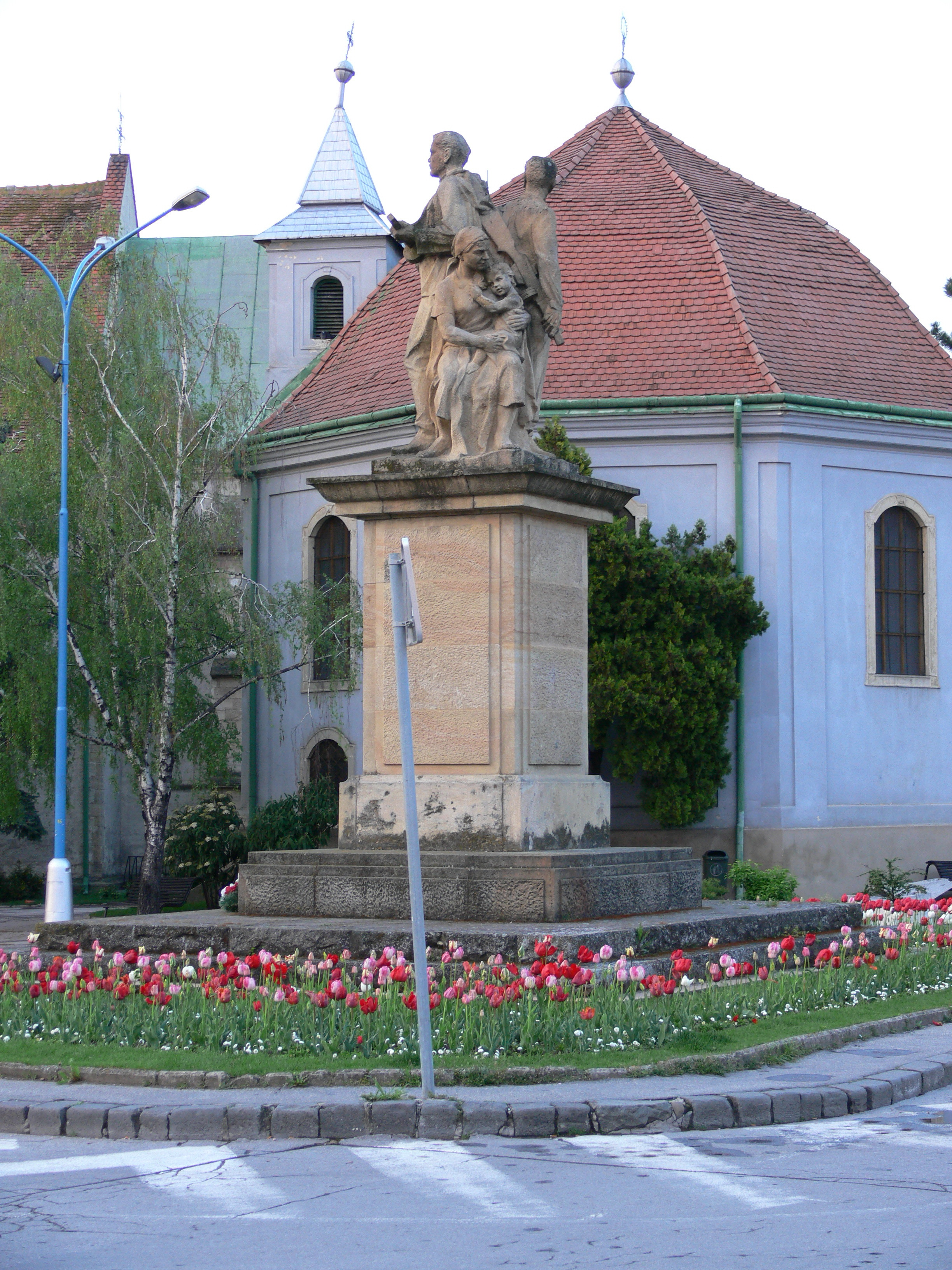
Galgóc partizán emlékmű

##### Alsódiós

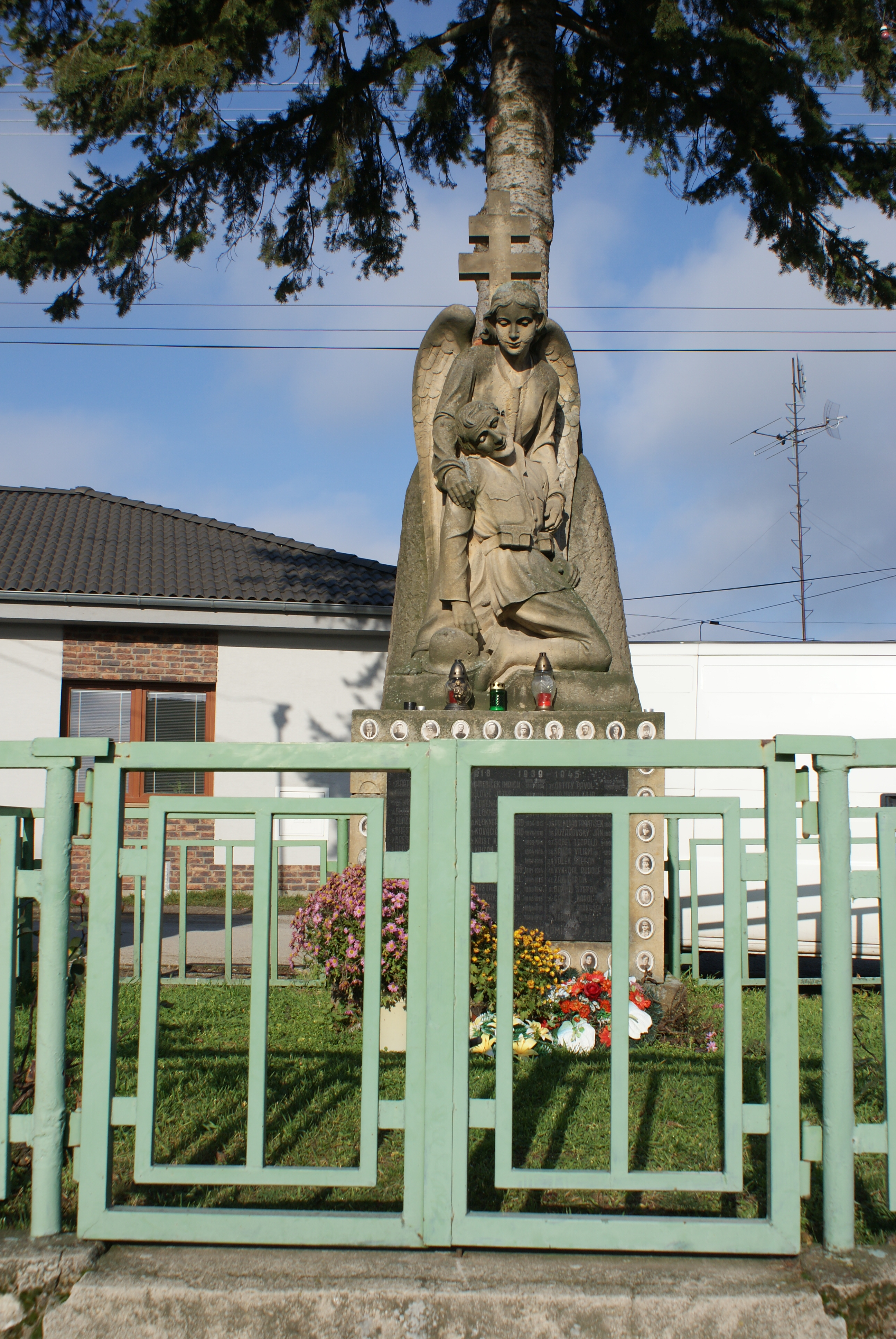

##### Alsódombó

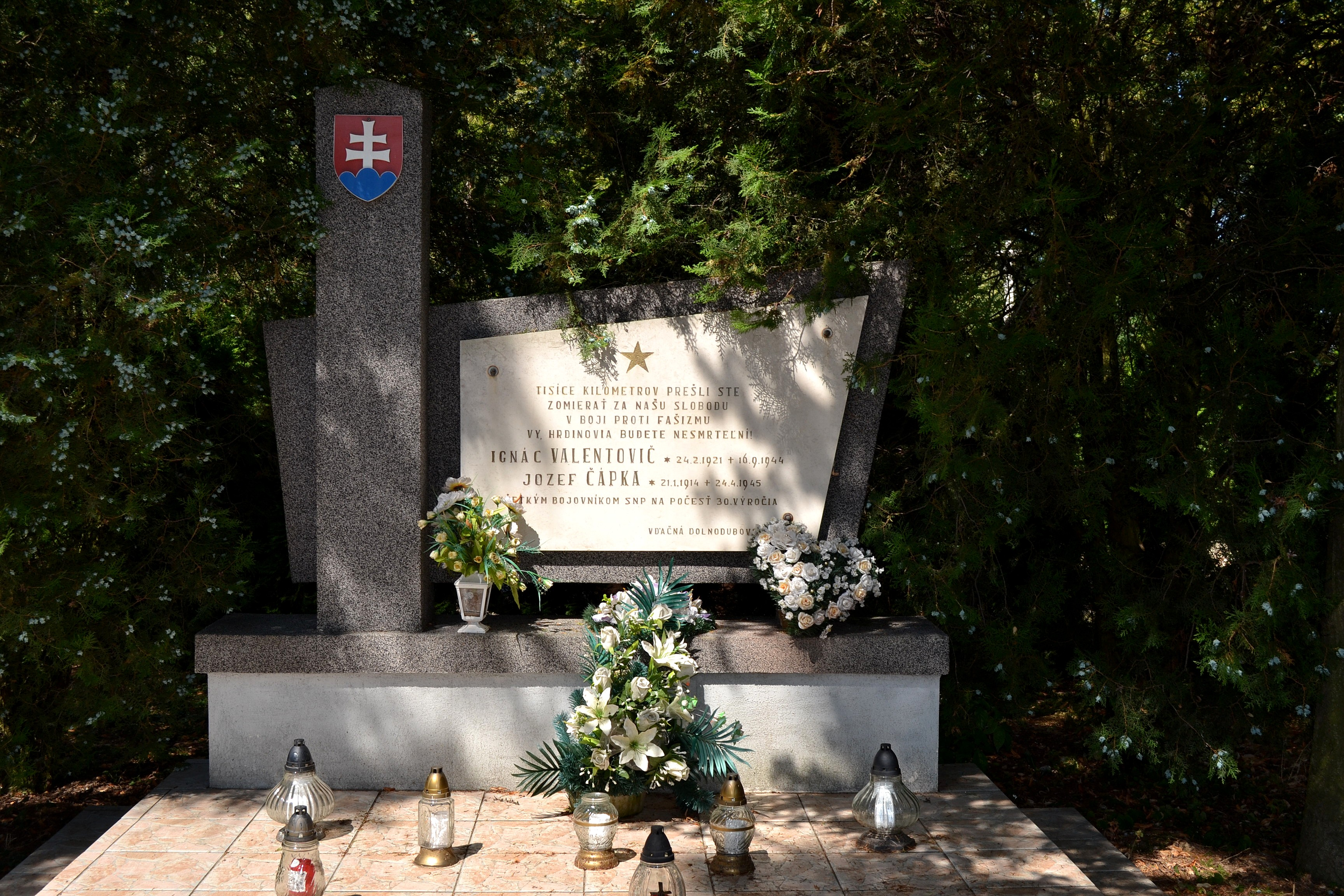

##### Apaj

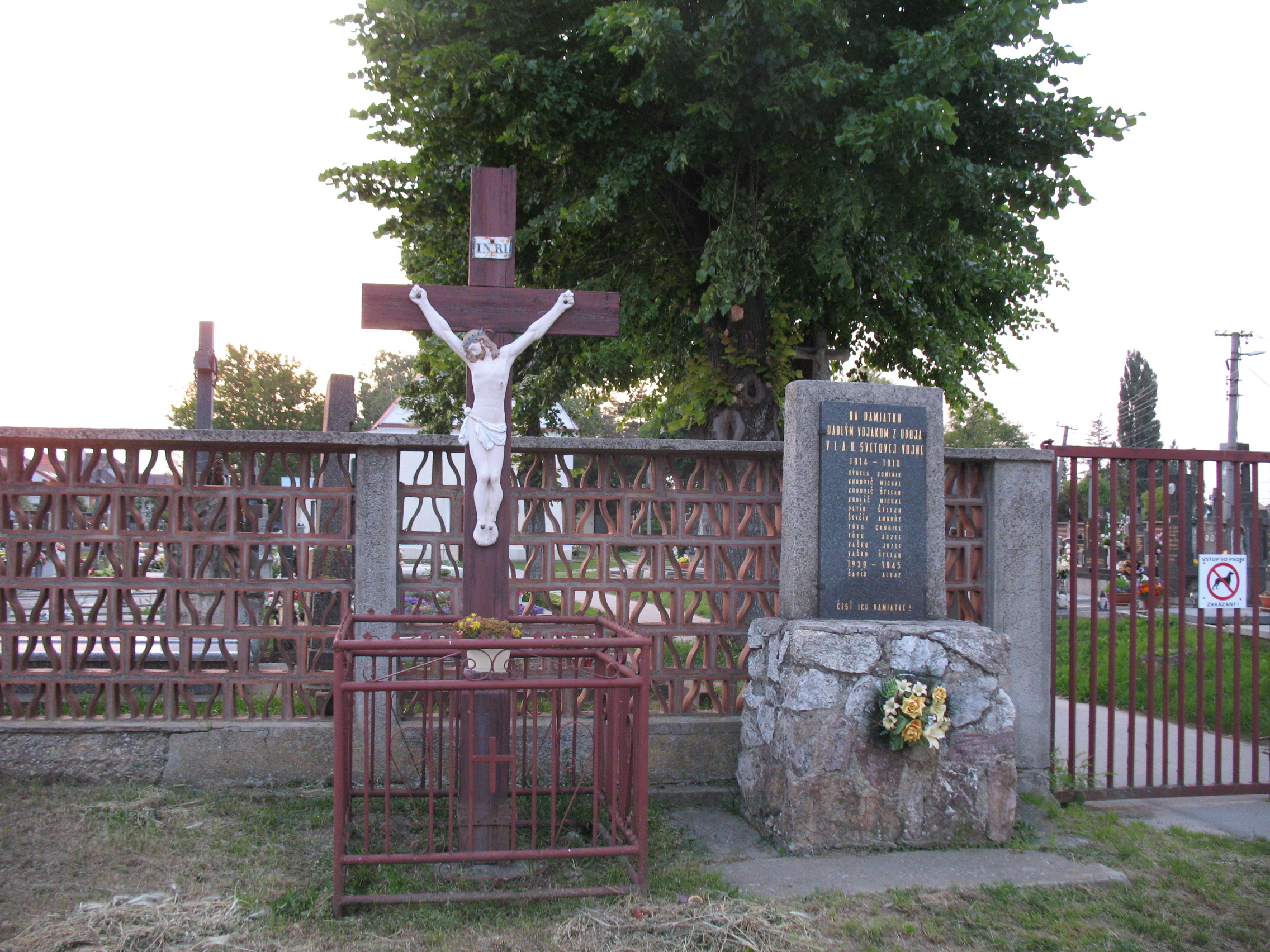

##### Cífer

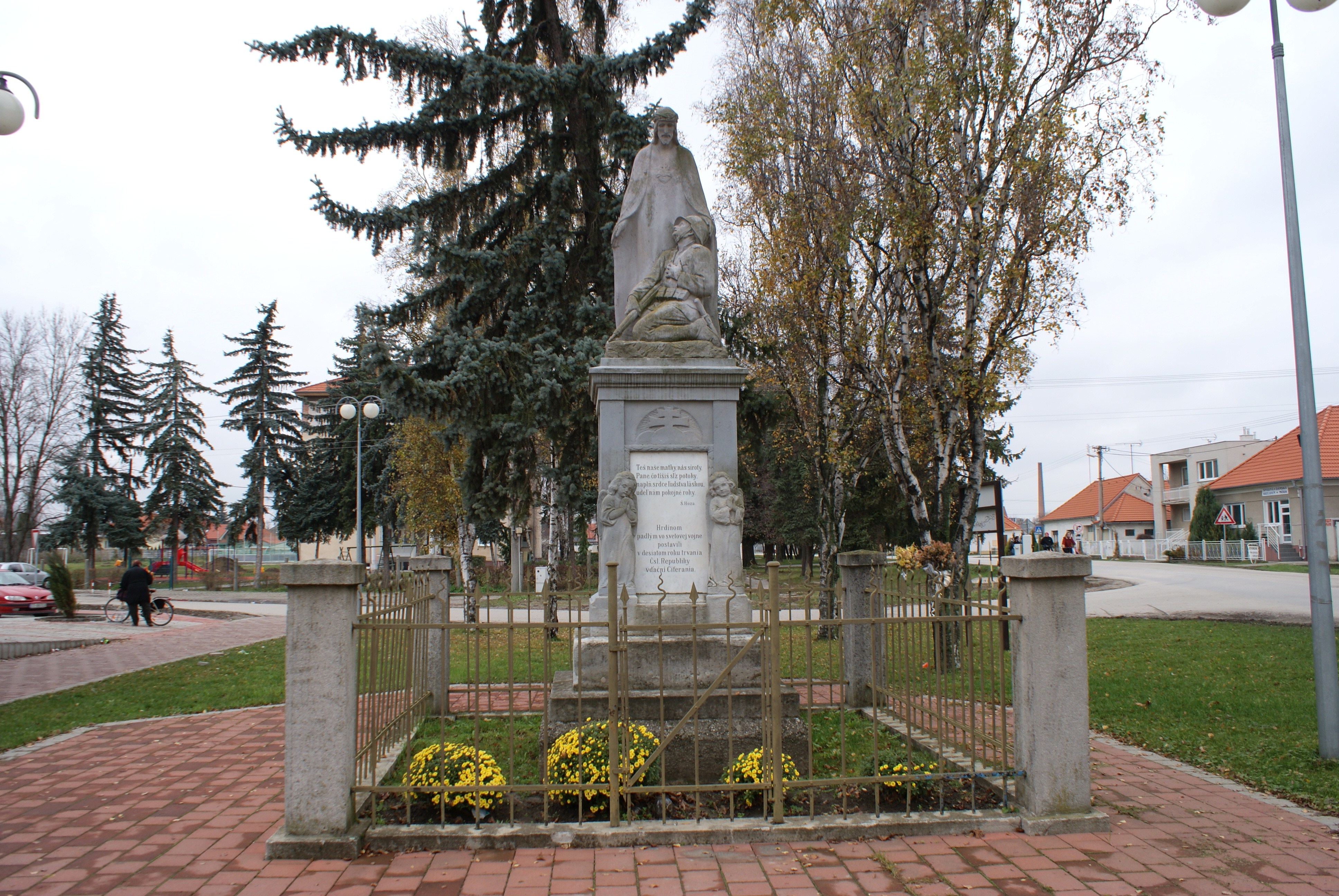

##### Jókő

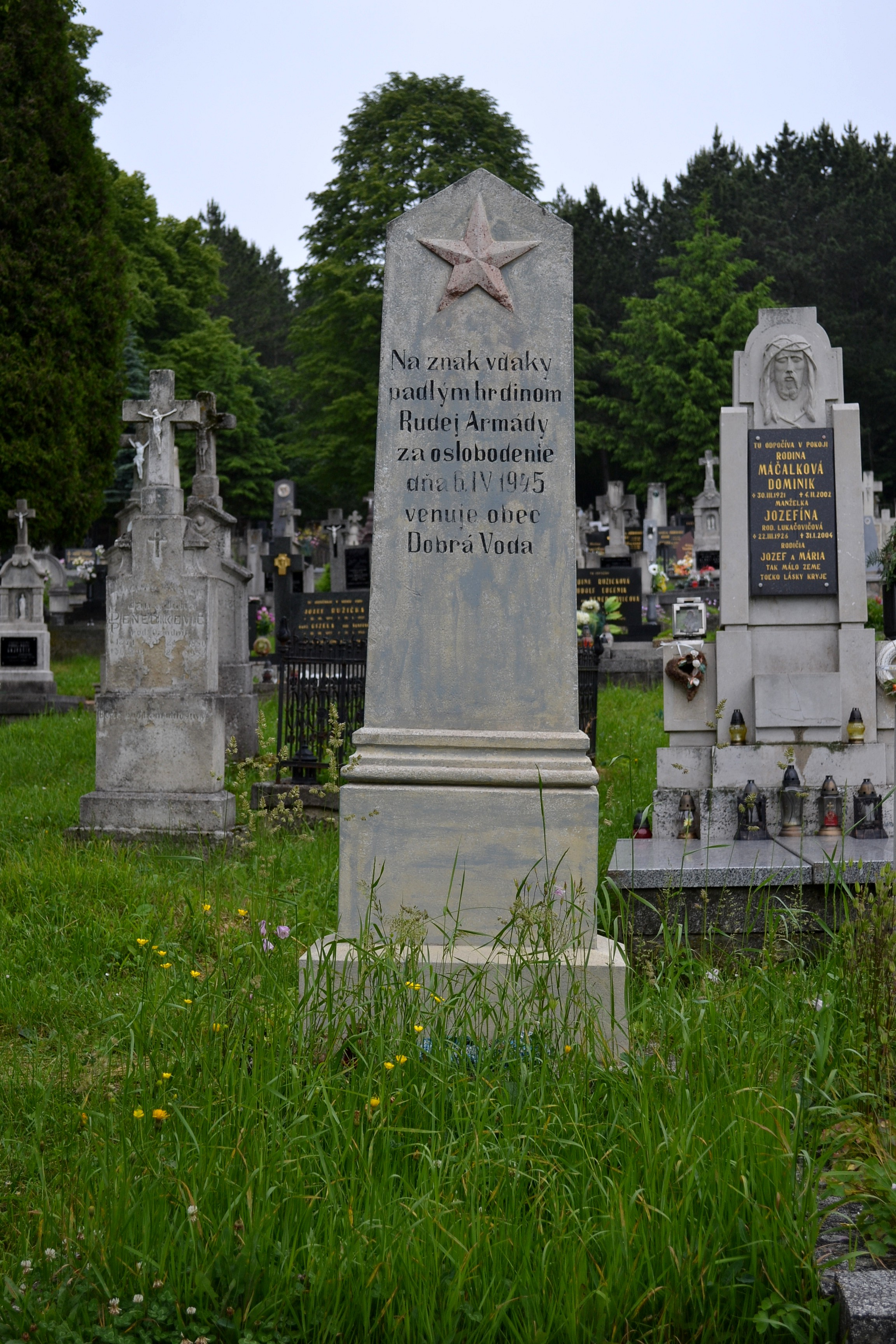

##### Kátló

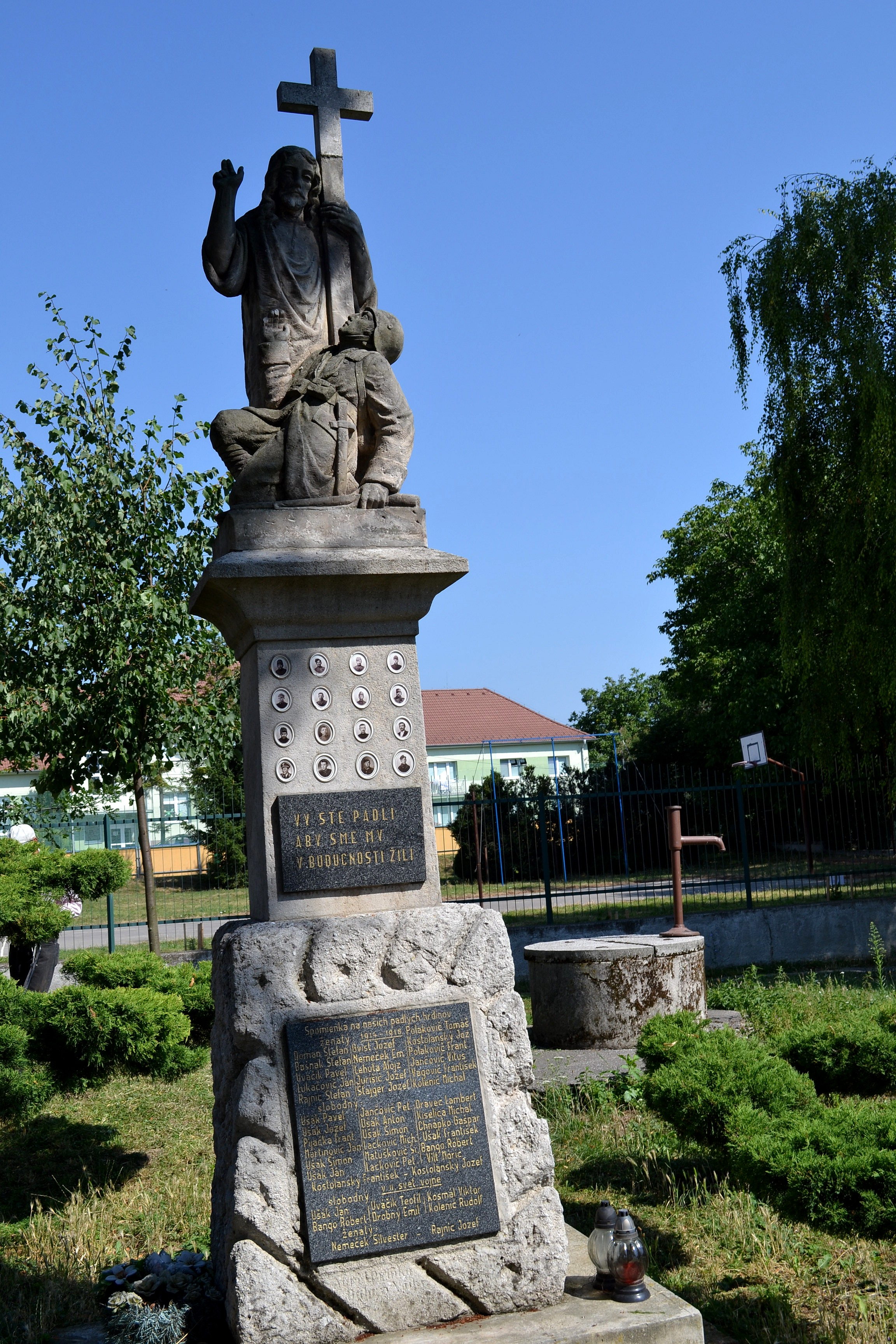

##### Majtény

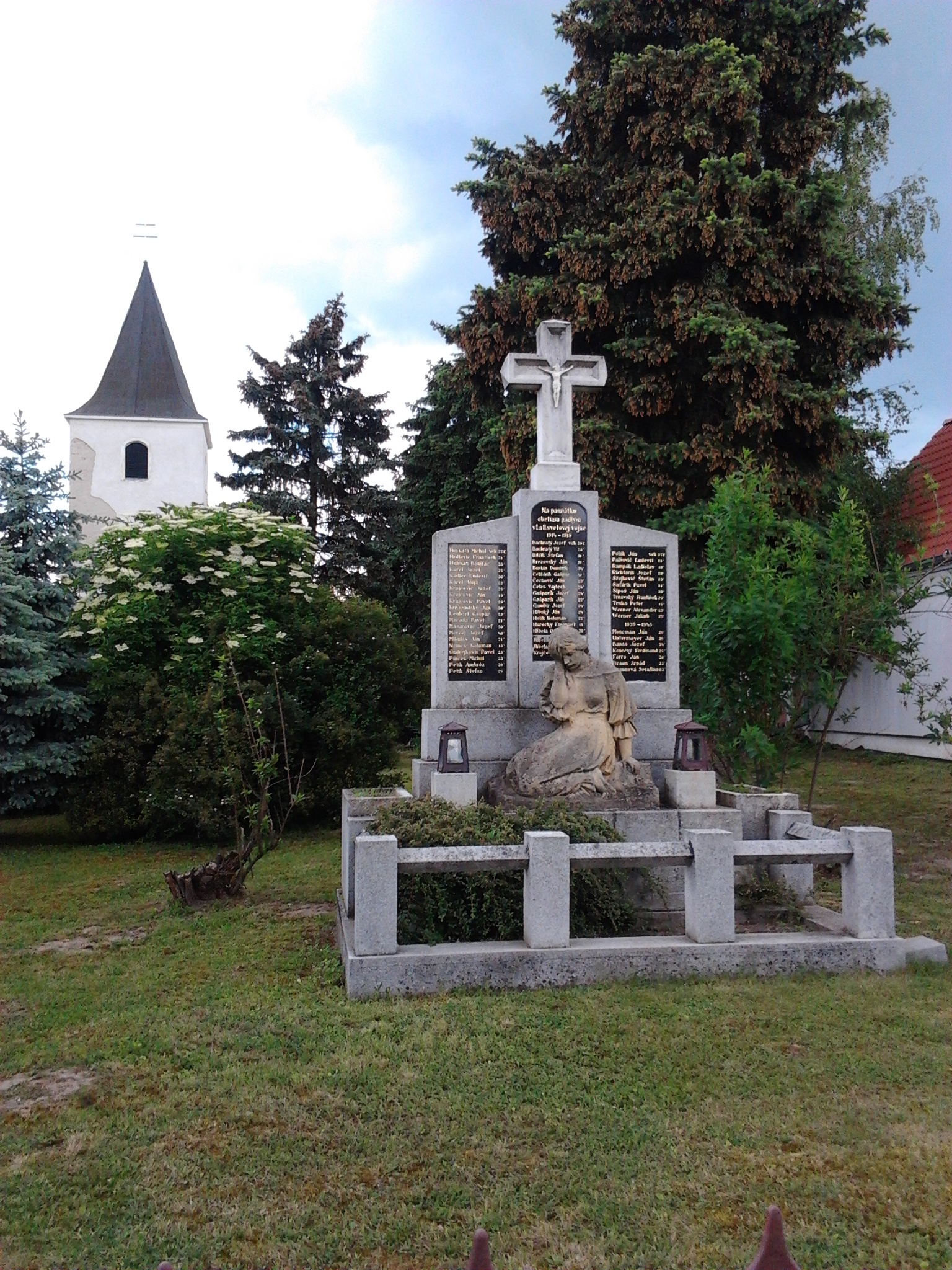

##### Nagyszombat

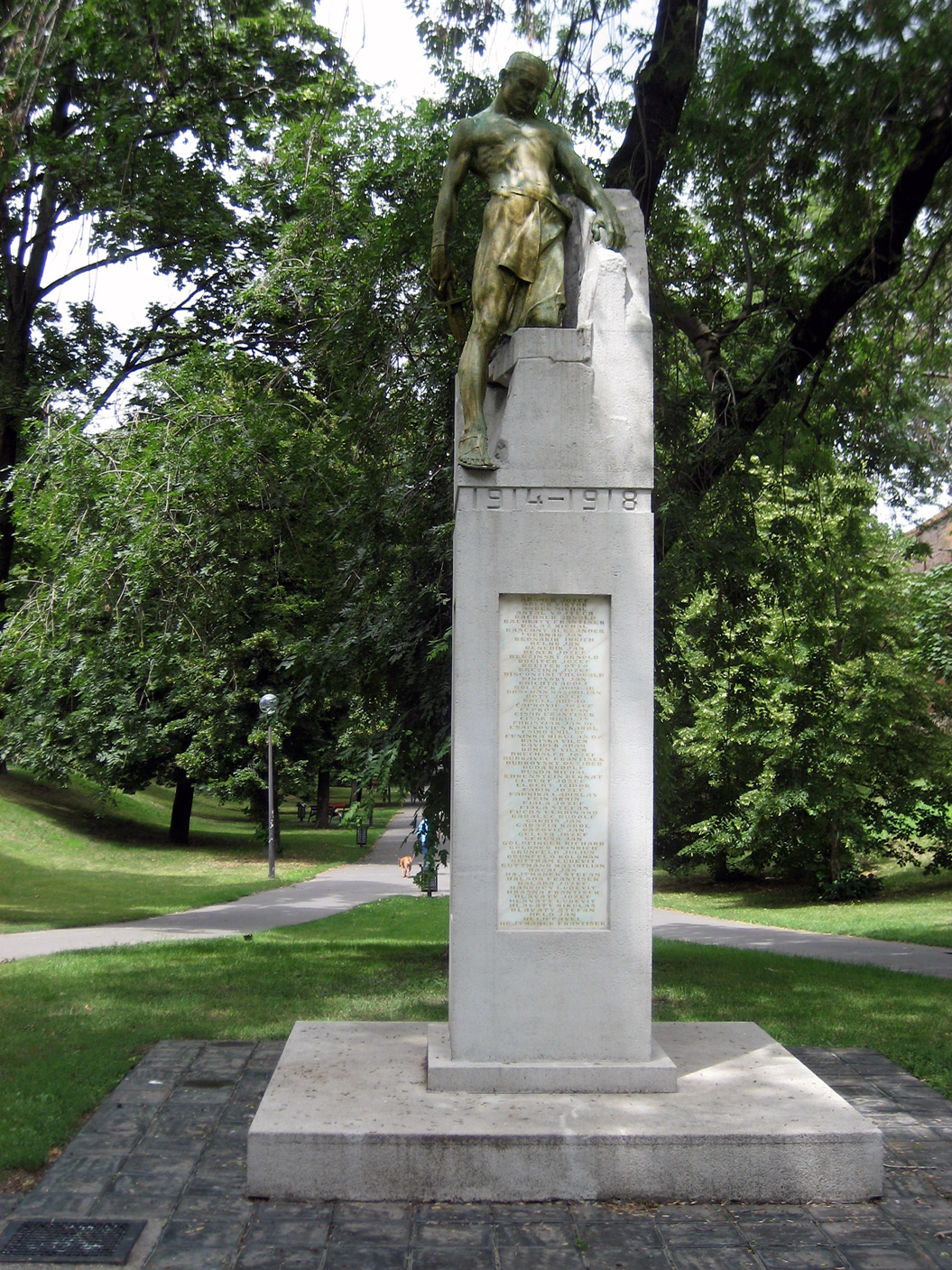
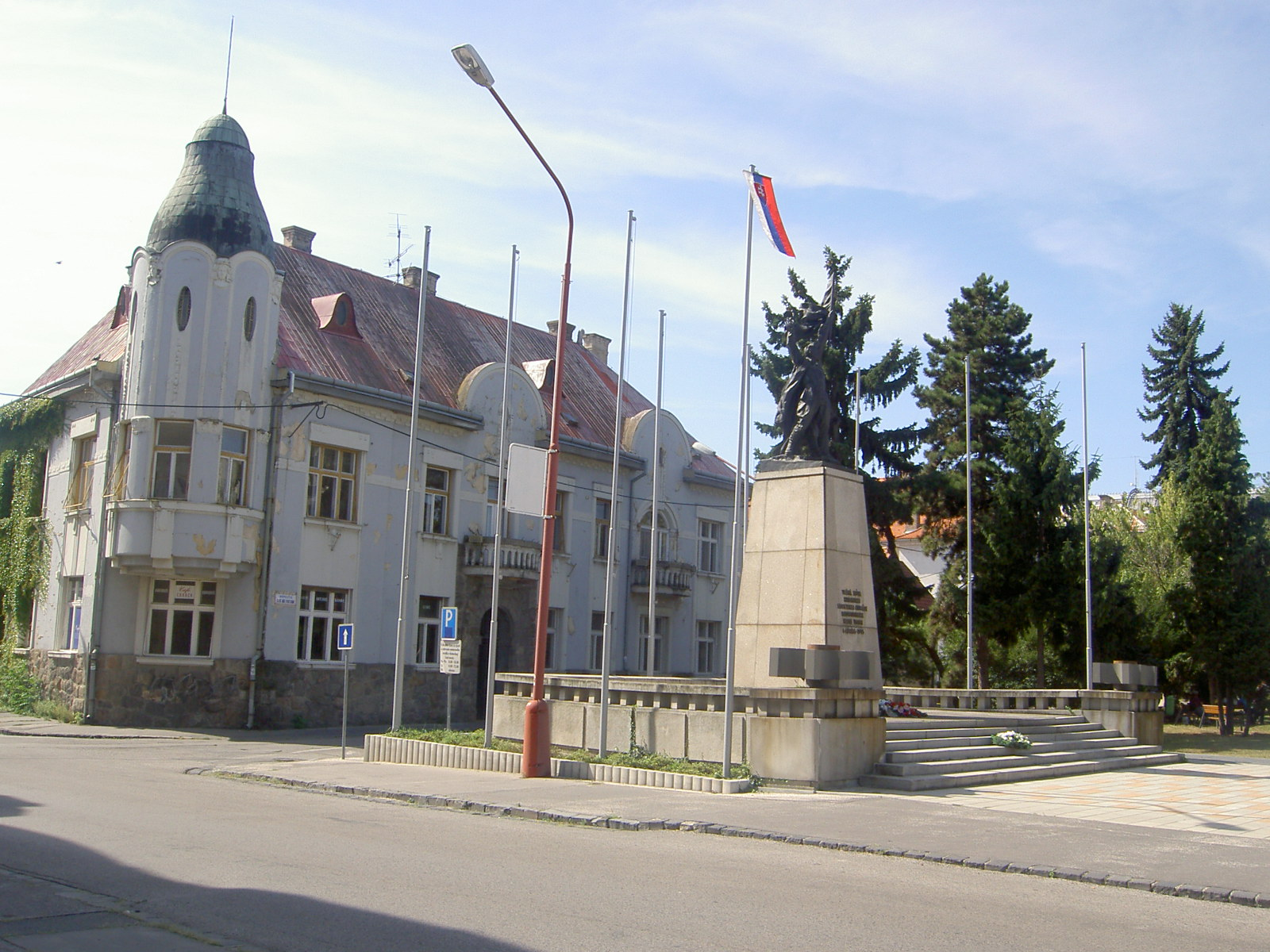
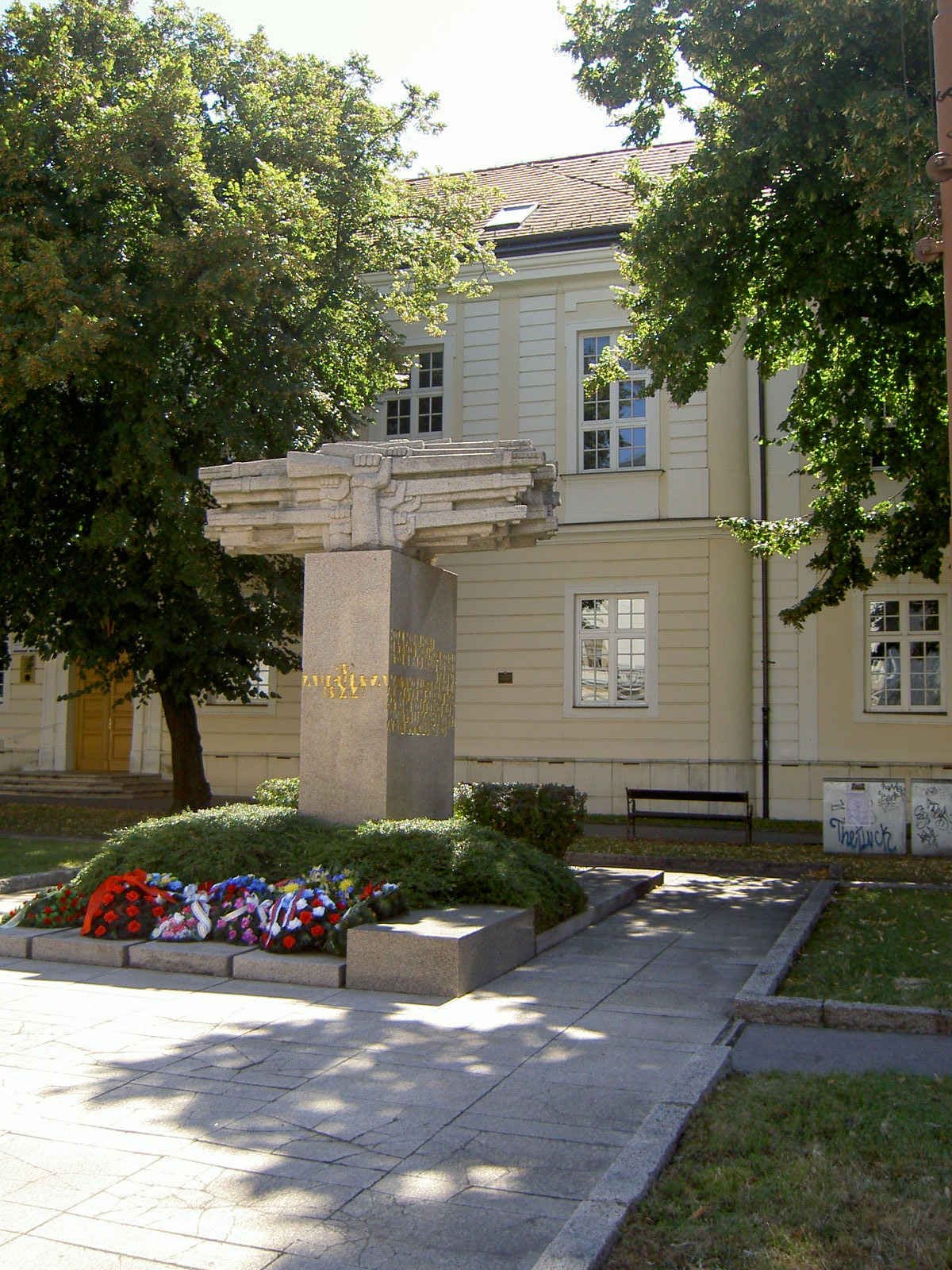

##### Nahács

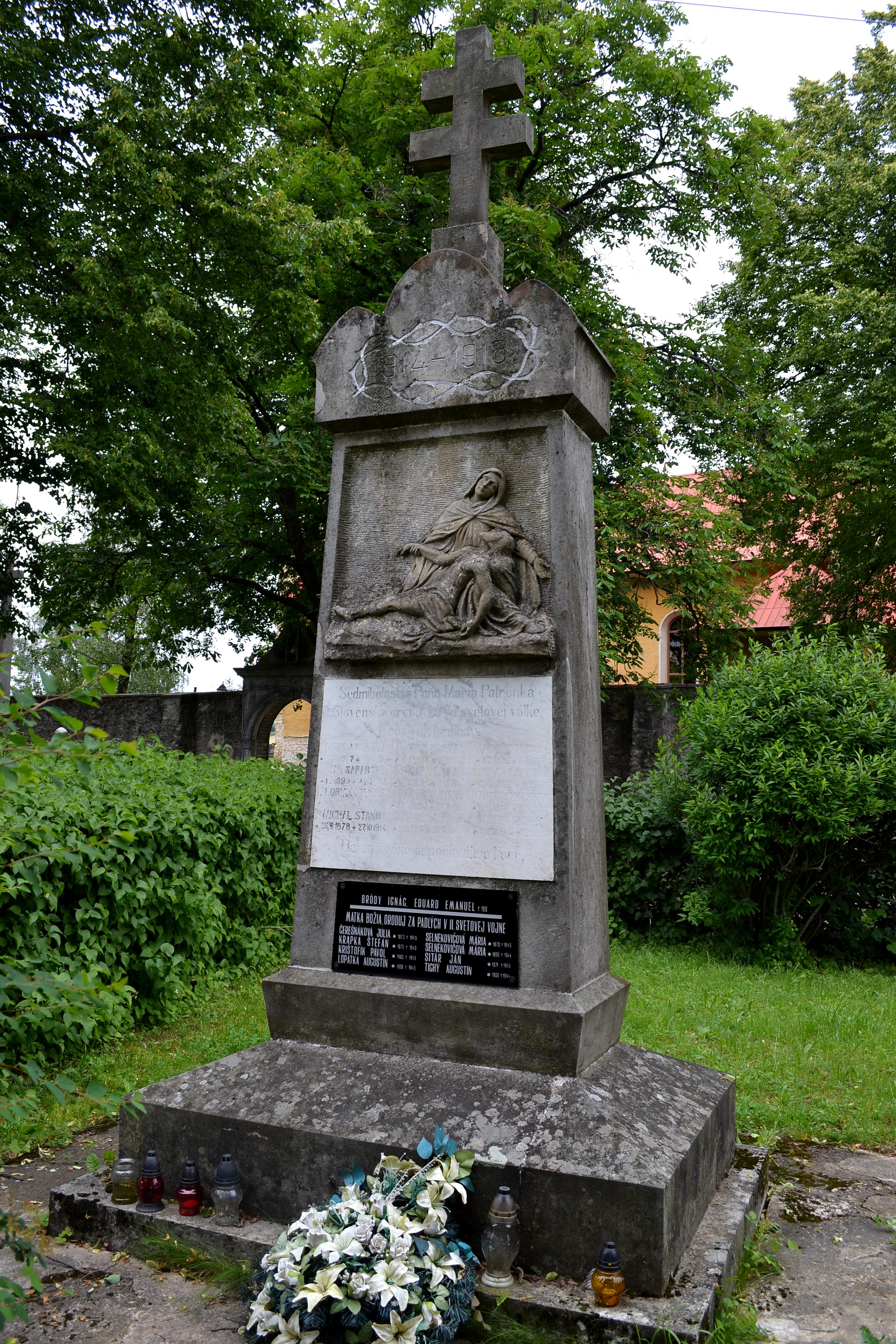

##### Pozsonyfehéregyház

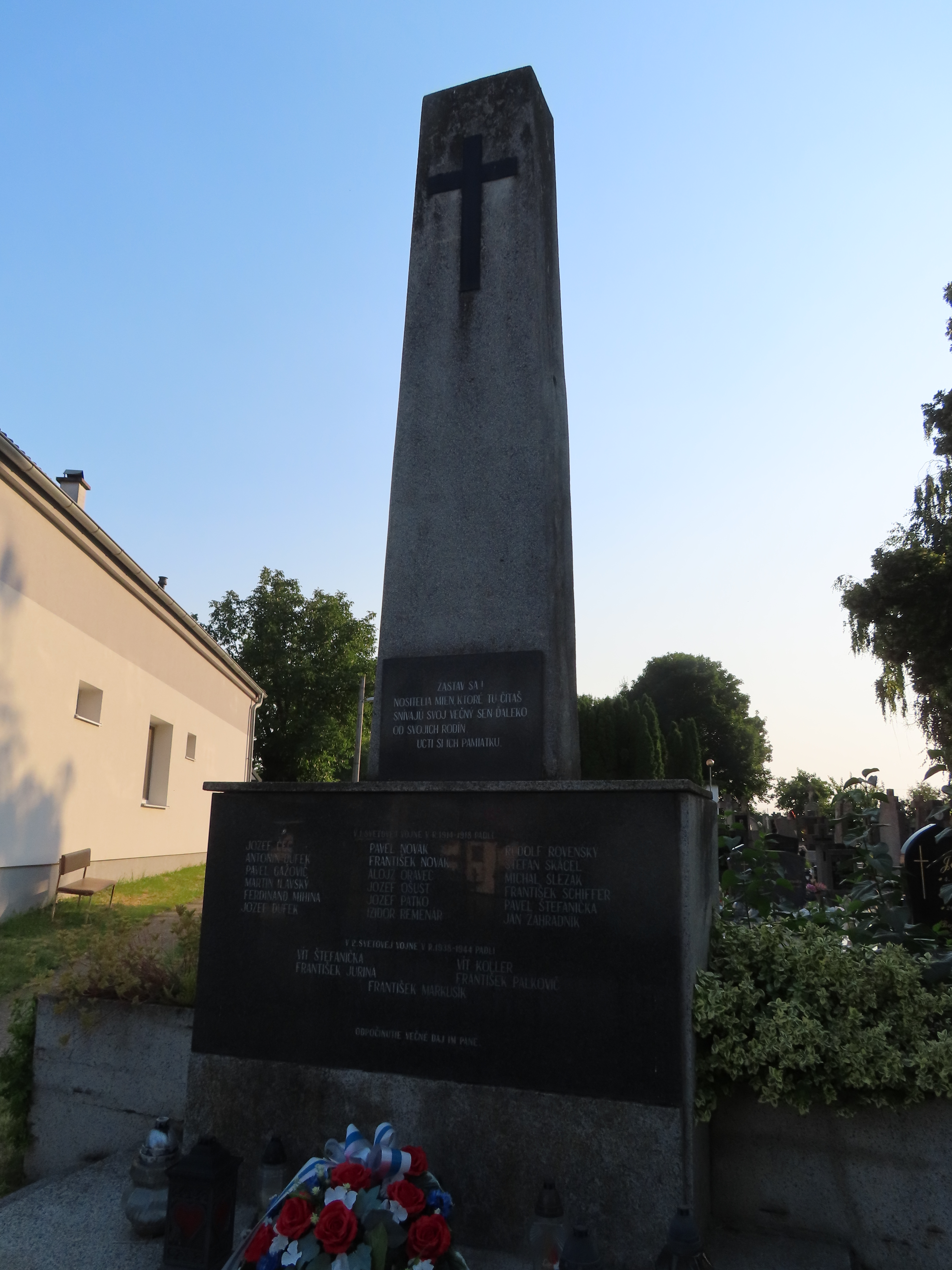
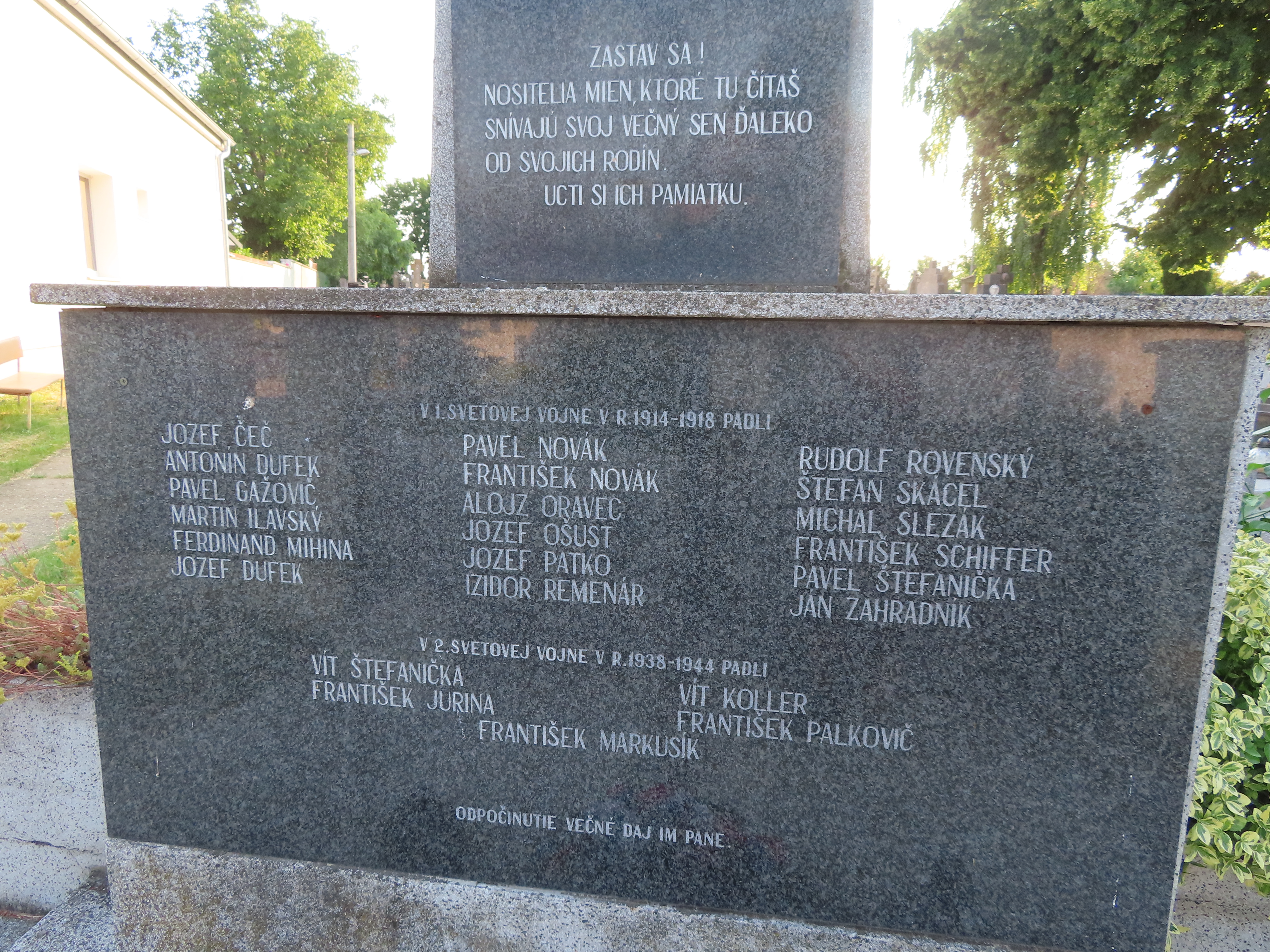

##### Pozsonynádas

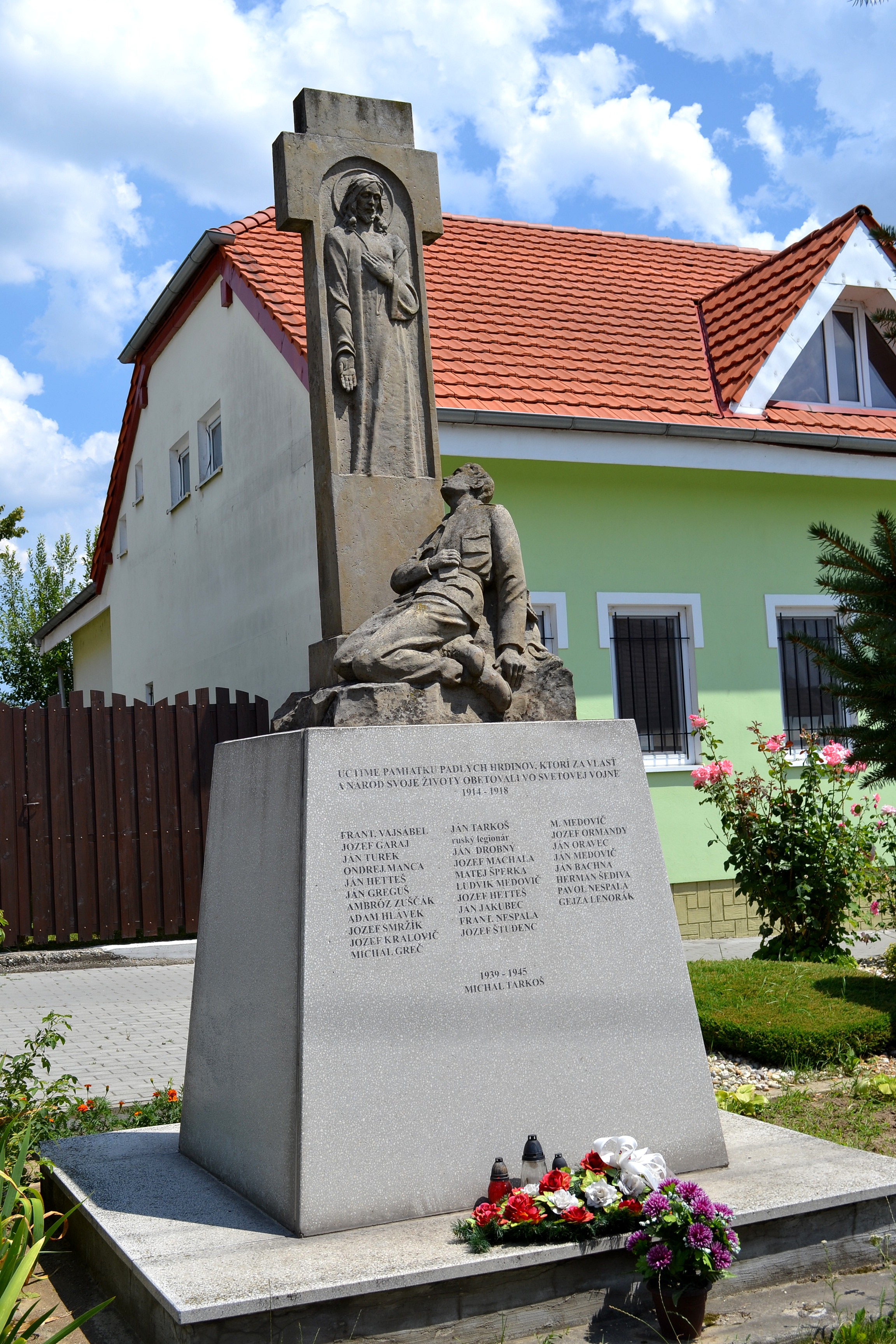

##### Rózsavölgy

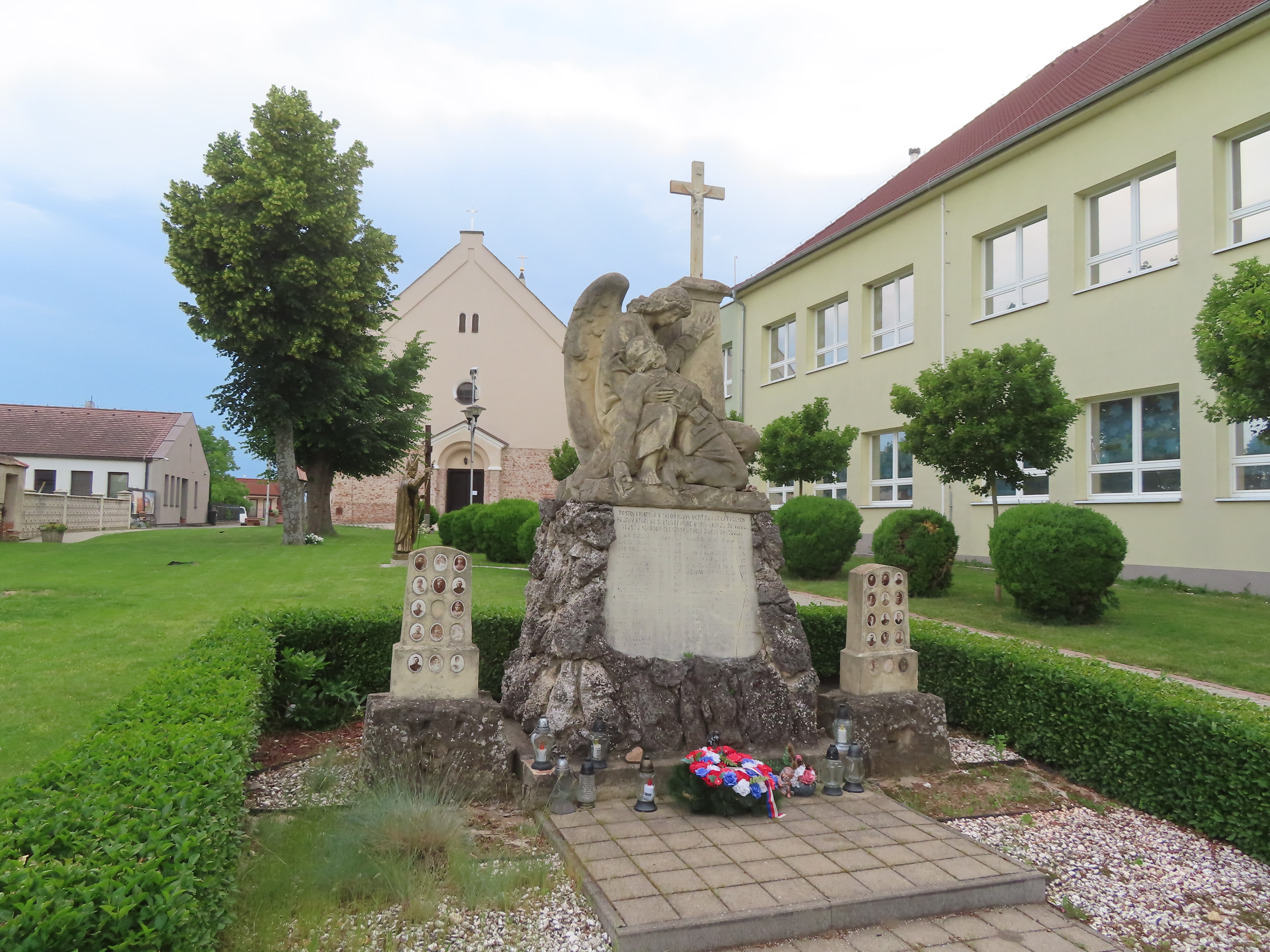
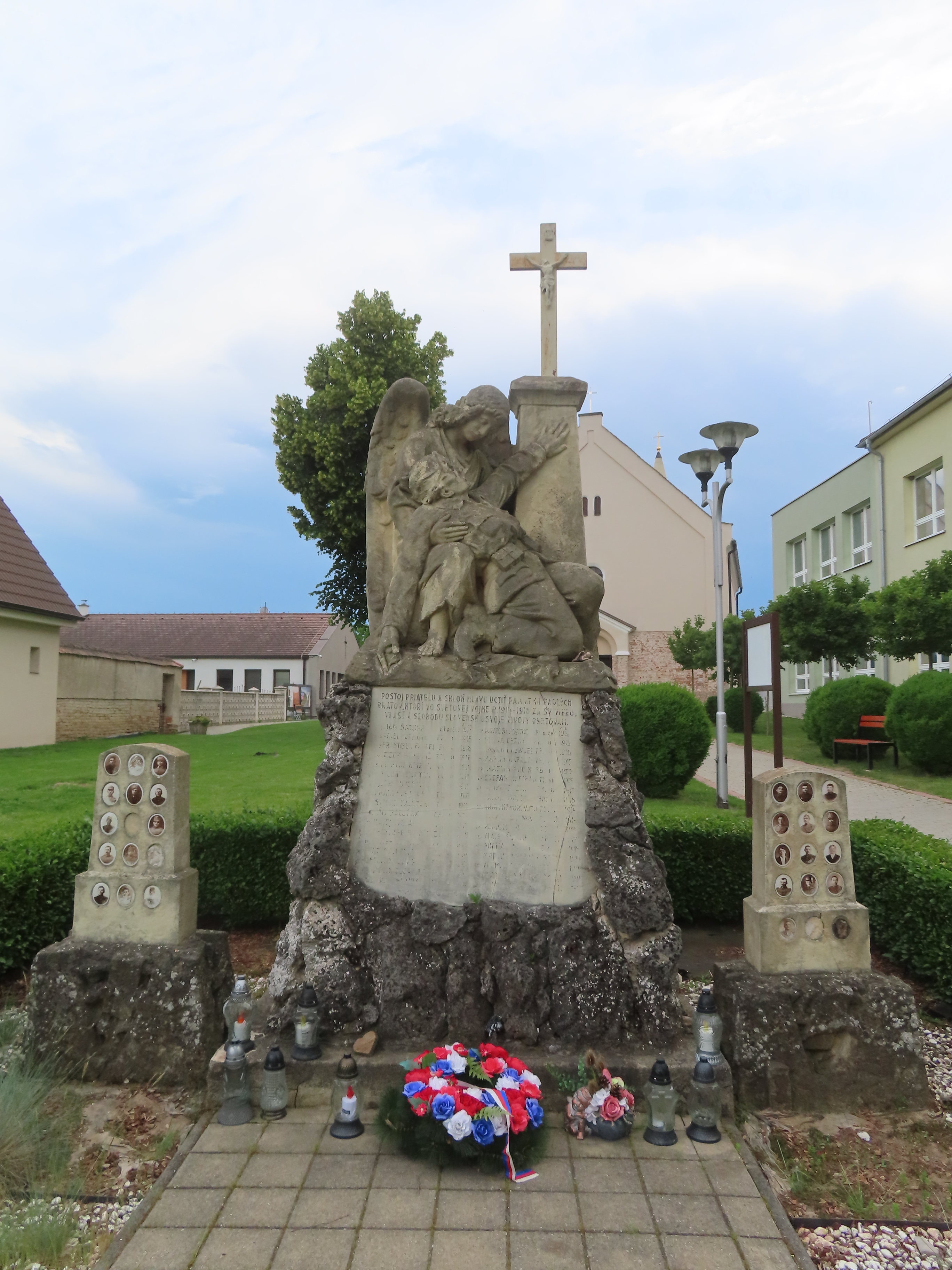

##### Moraván

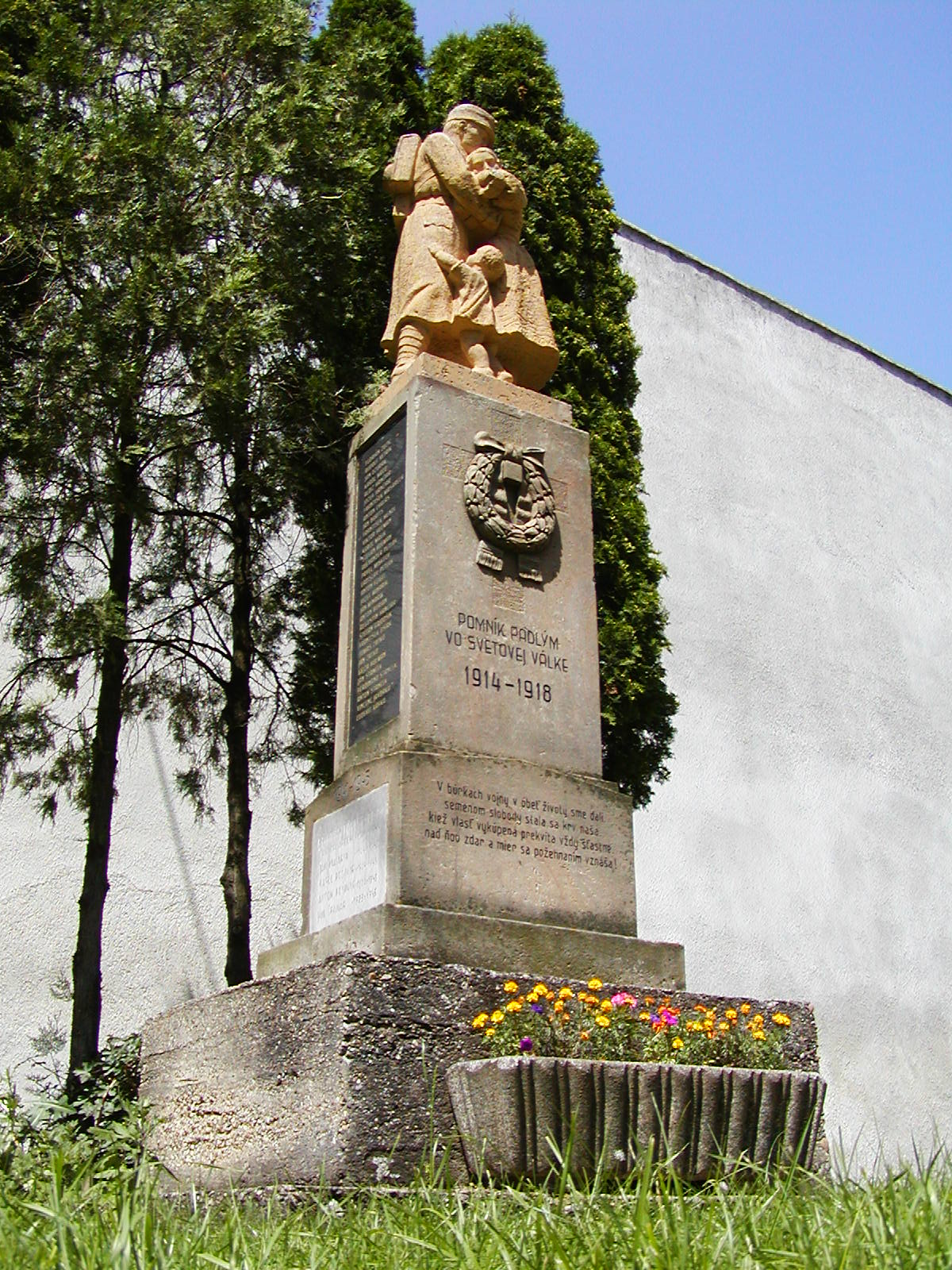

##### Pöstyén

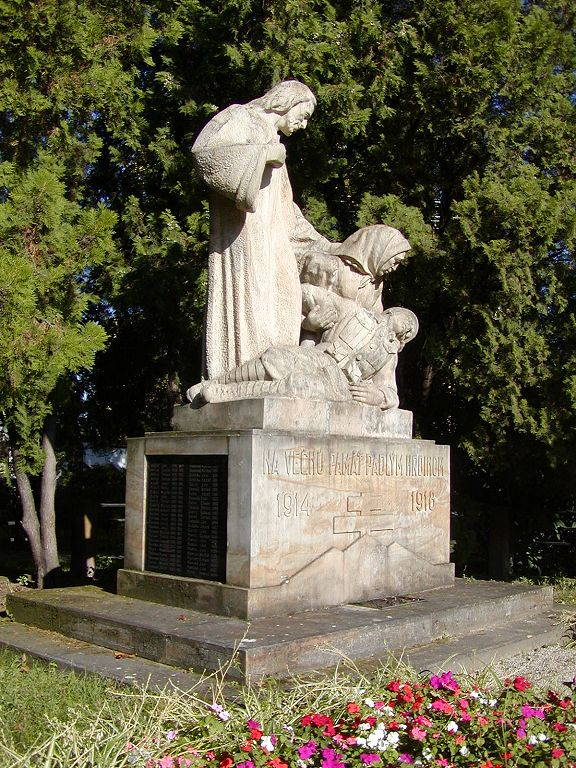
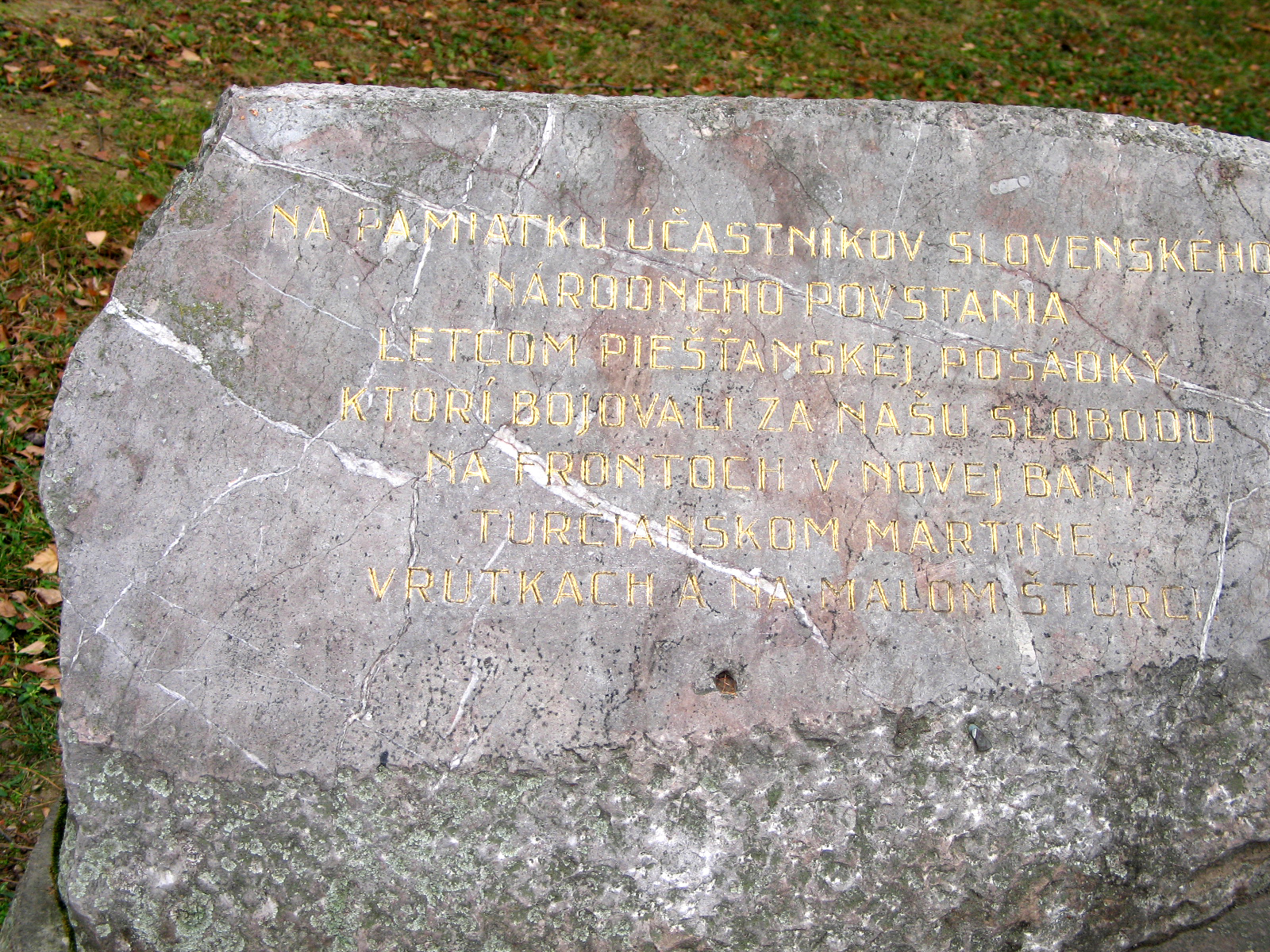

##### Vittenc

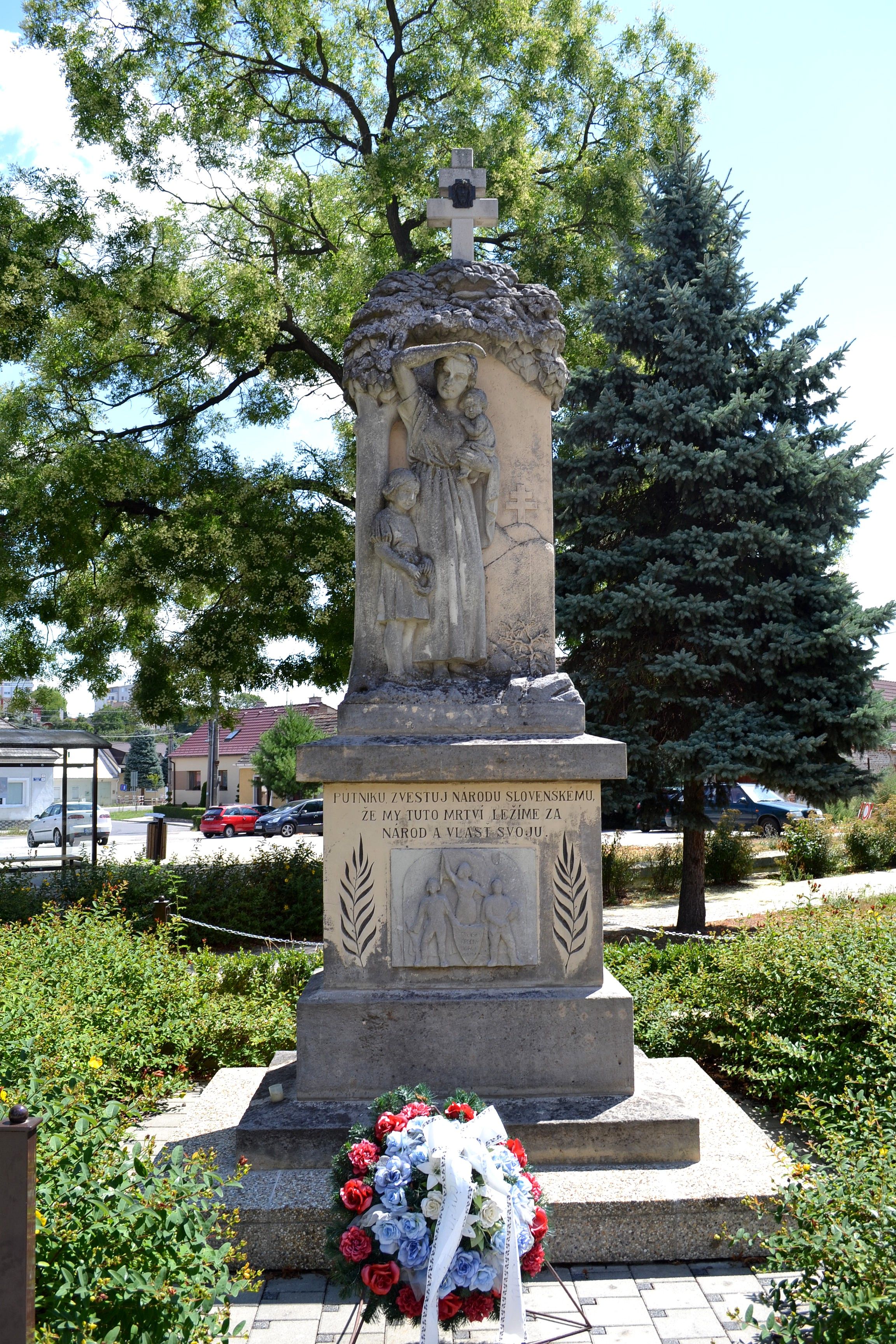

##### Merőce

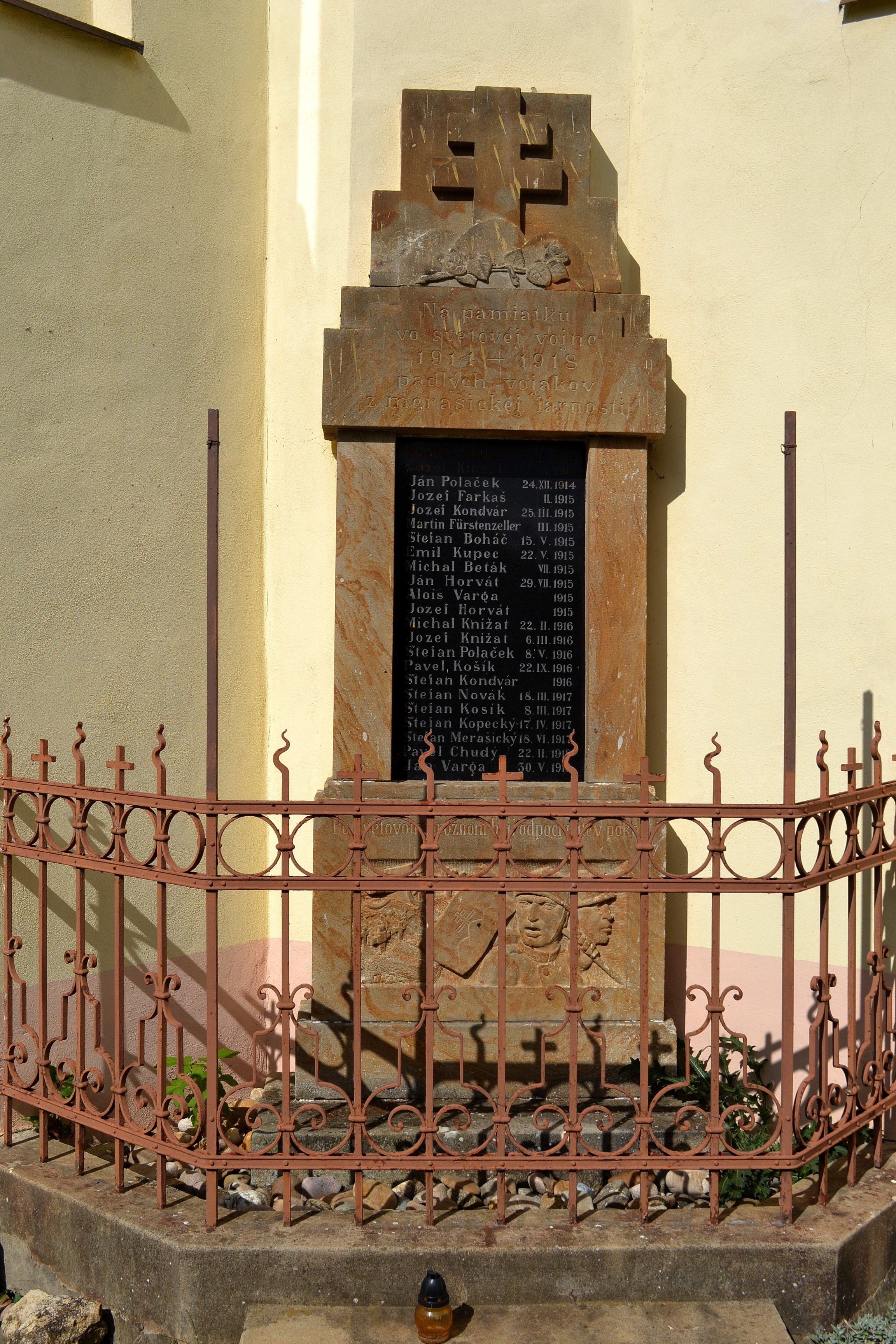
I. világháborús emlékmű

##### Vágvörösvár

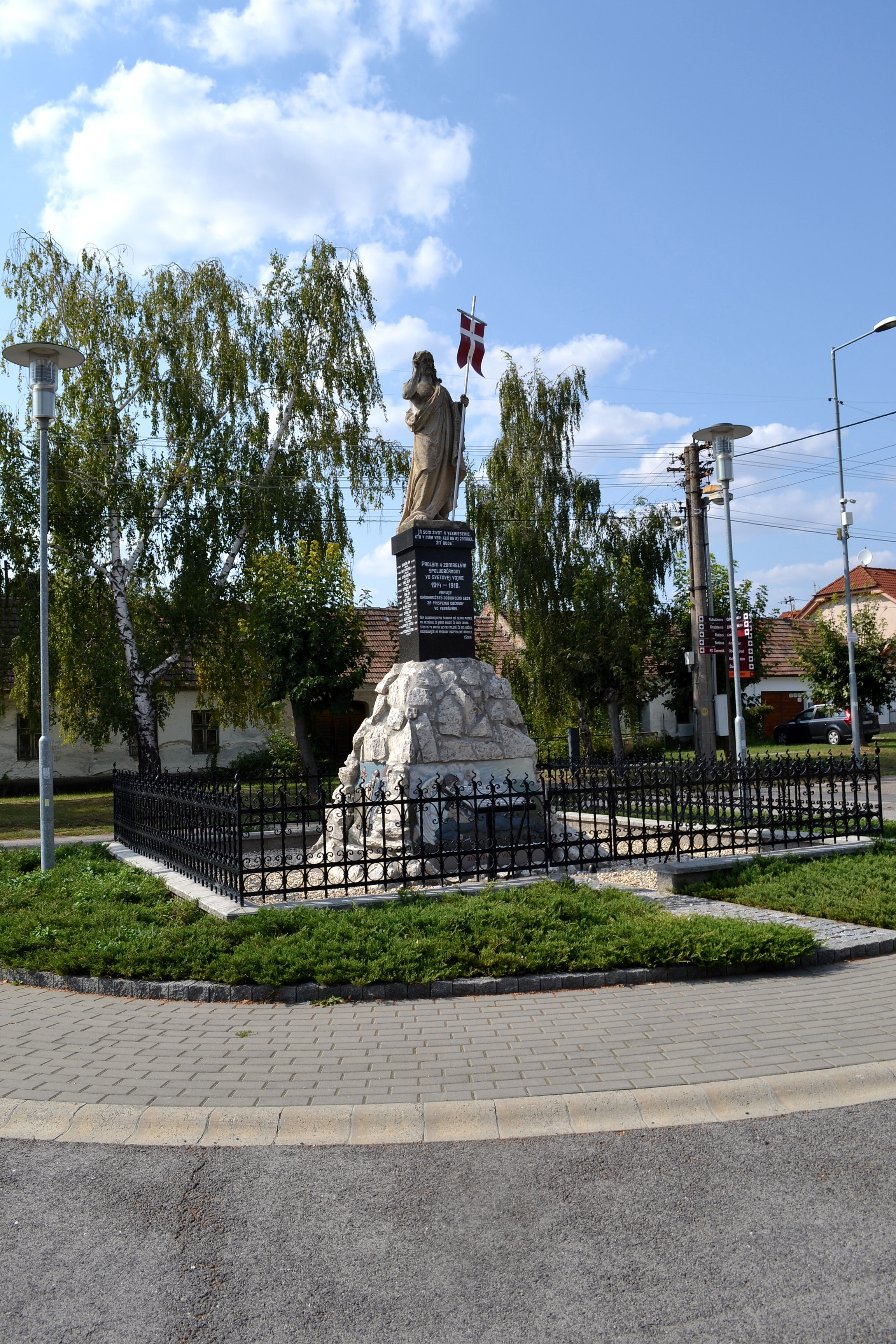
I. világháborús emlékmű

#### Nagyszombati járás

##### Ispáca

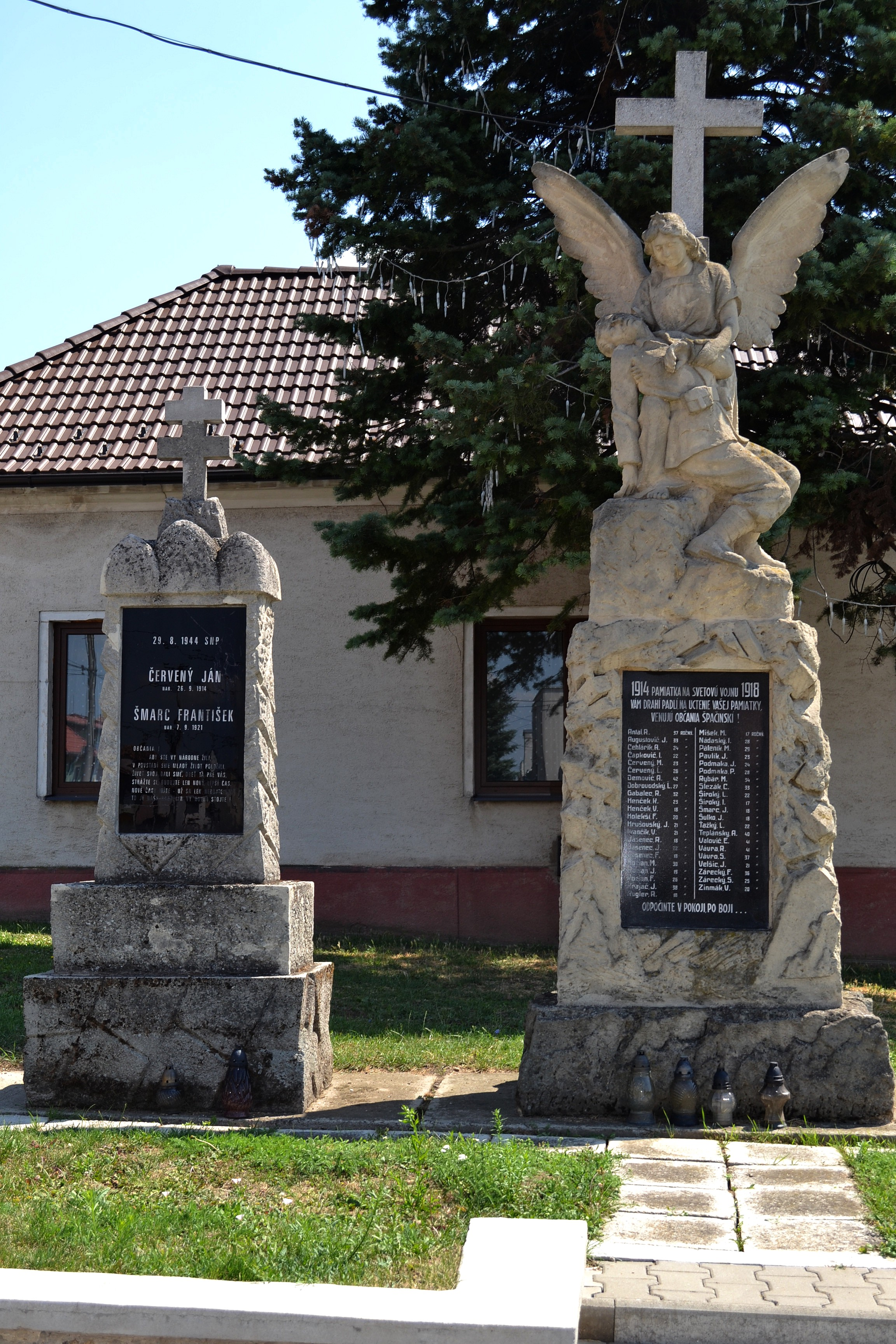
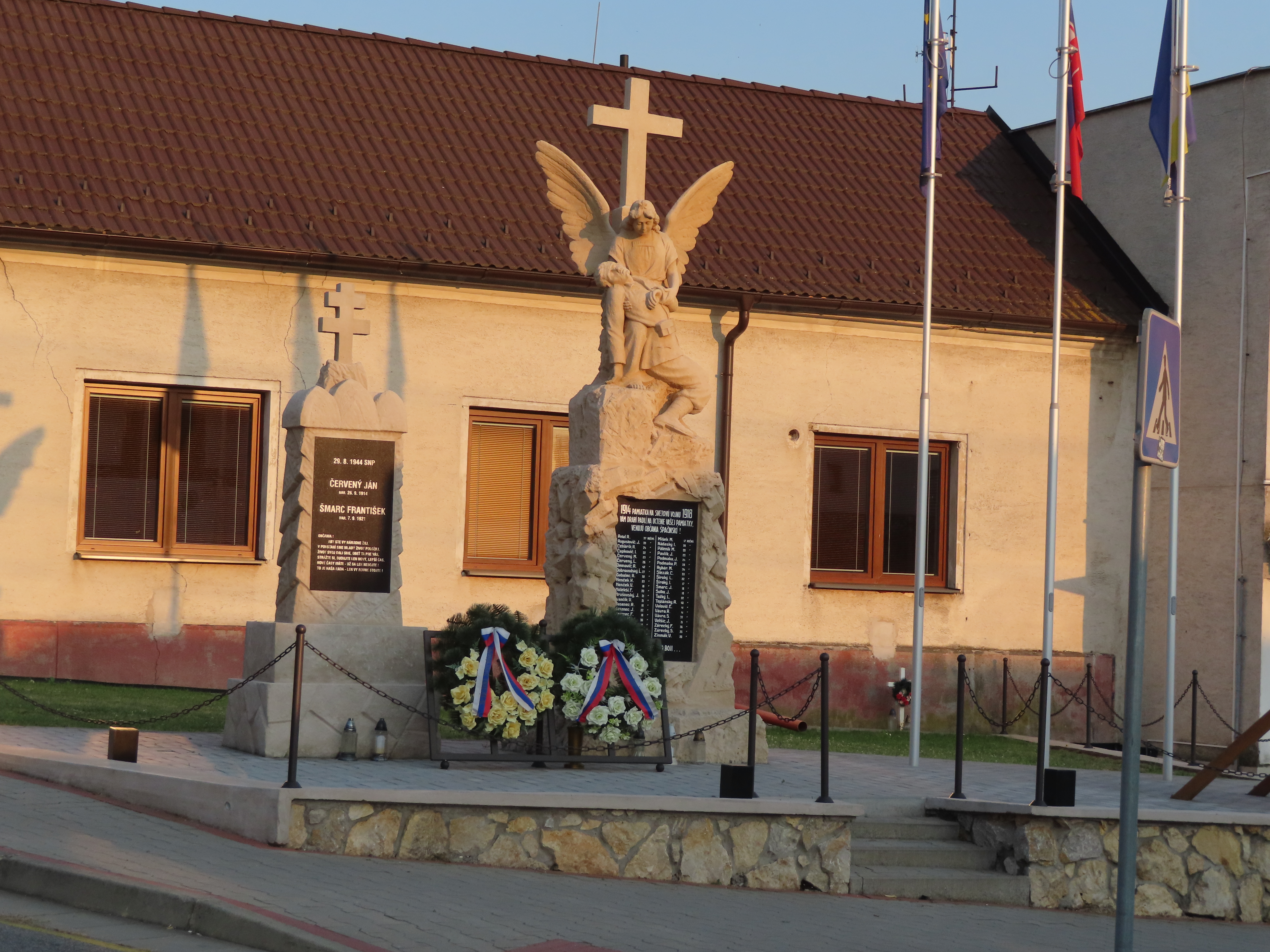
2023

##### Szárazpatak

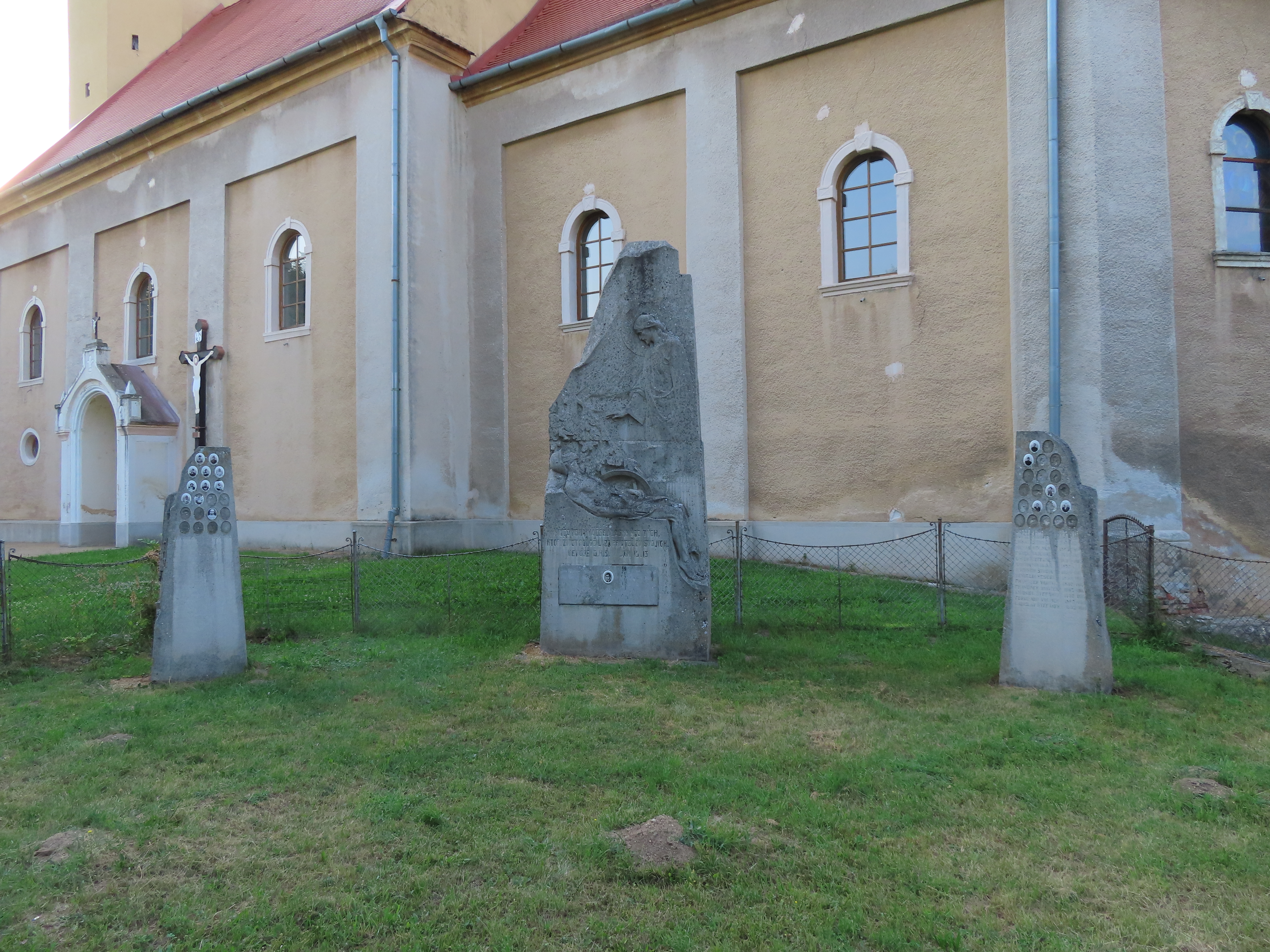
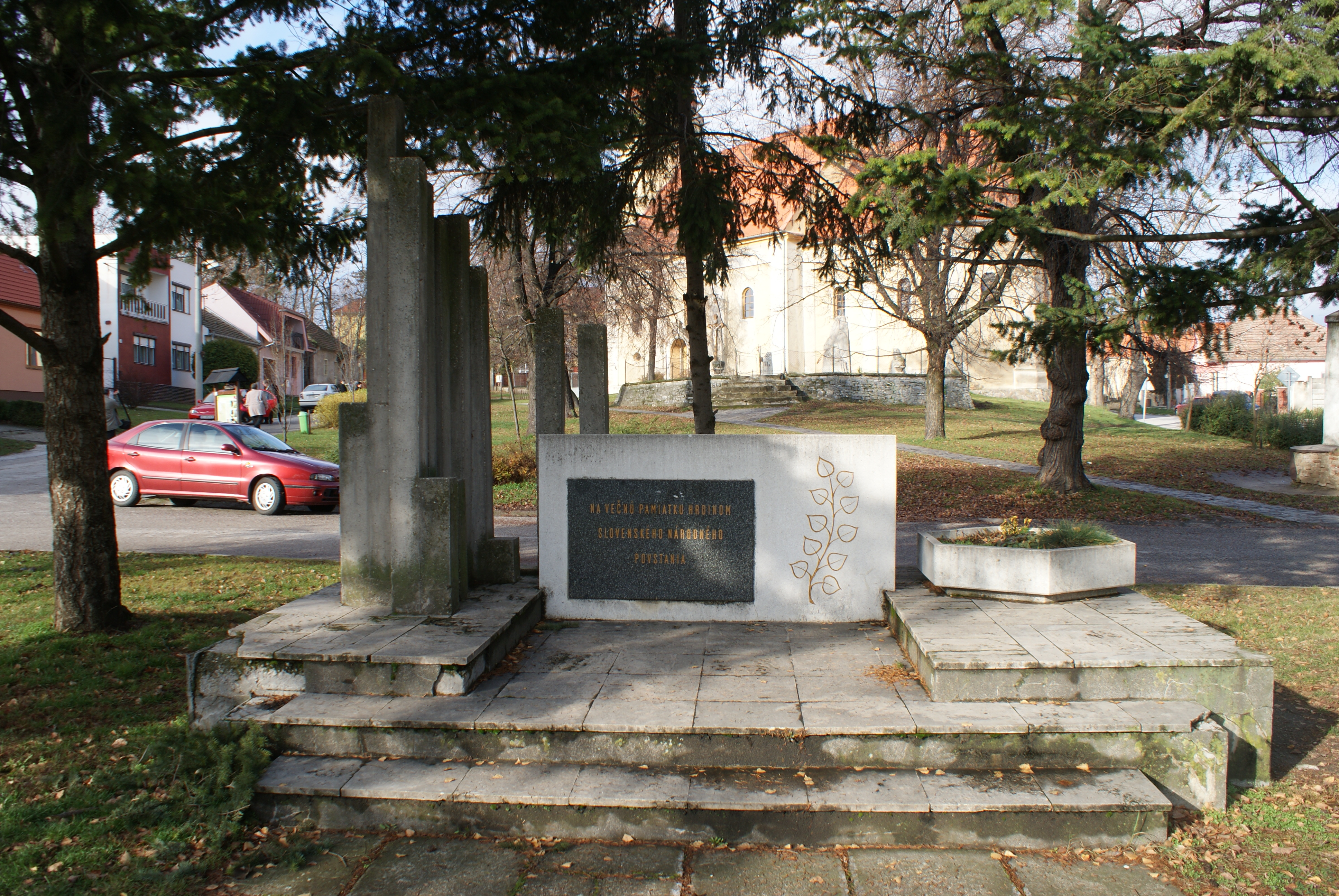
SzNF
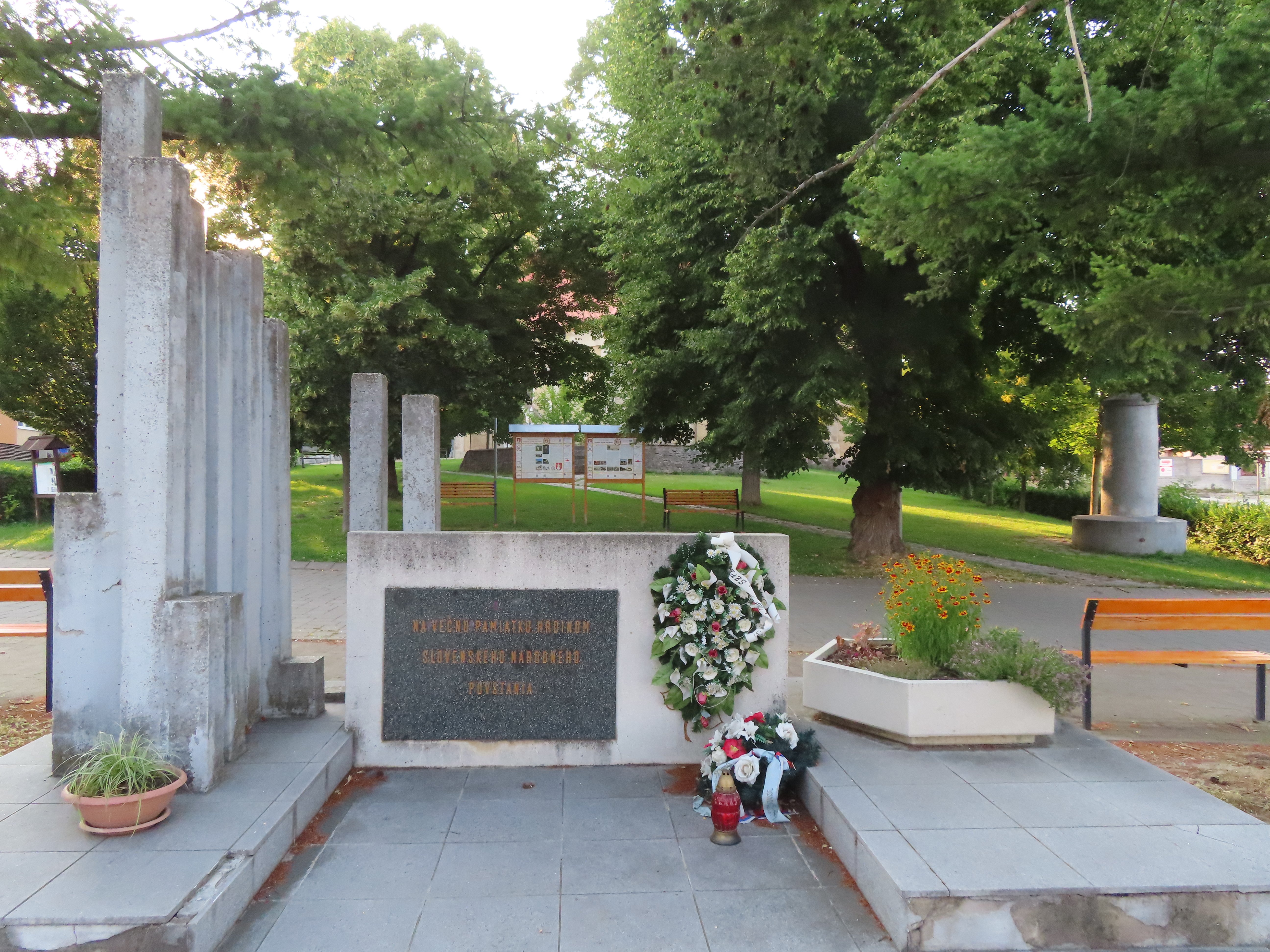

### Nyitrai kerület

#### Aranyosmaróti járás

##### Aranyosmarót

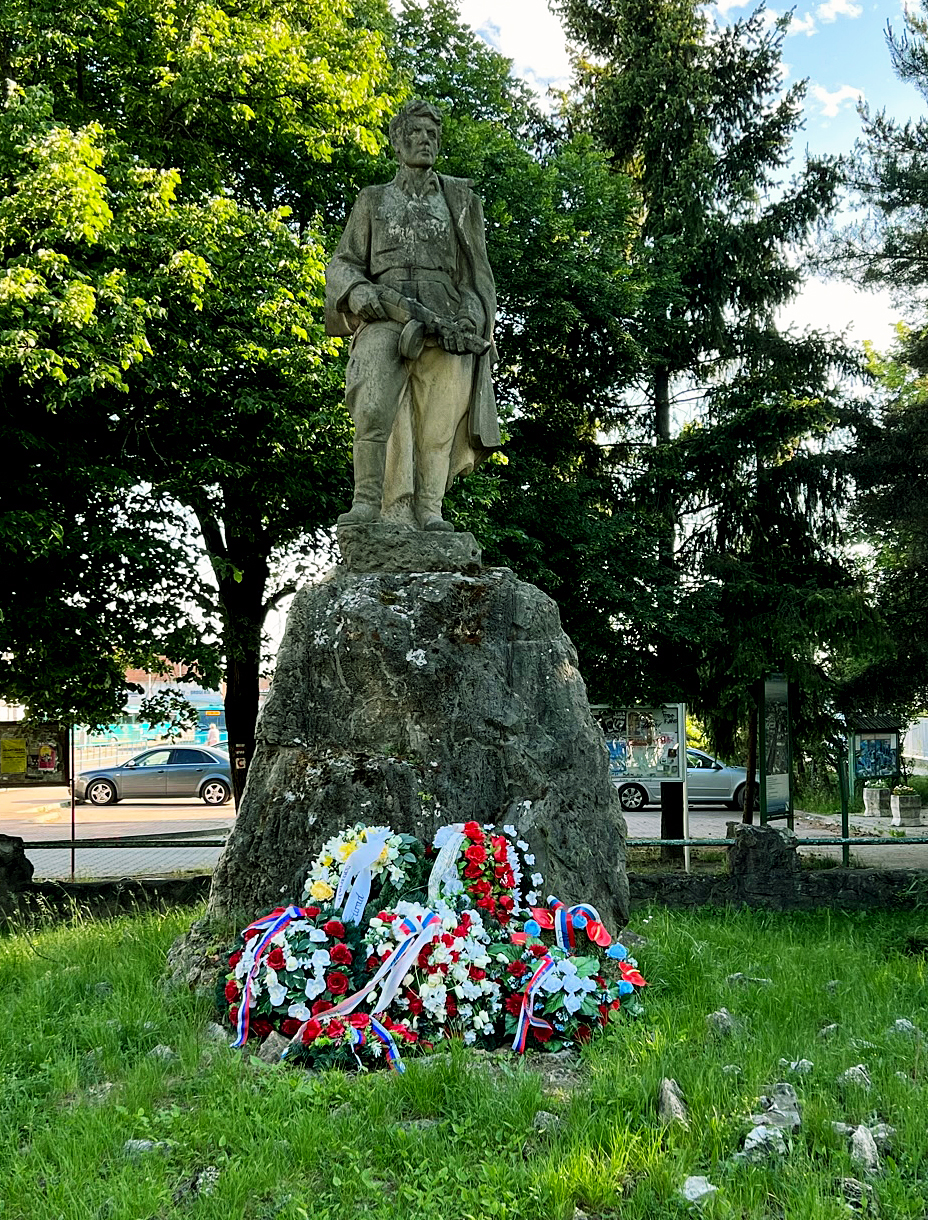
SzNF

A világháborús emlékmű a városi temetőben található.

##### Zsitvaapáti

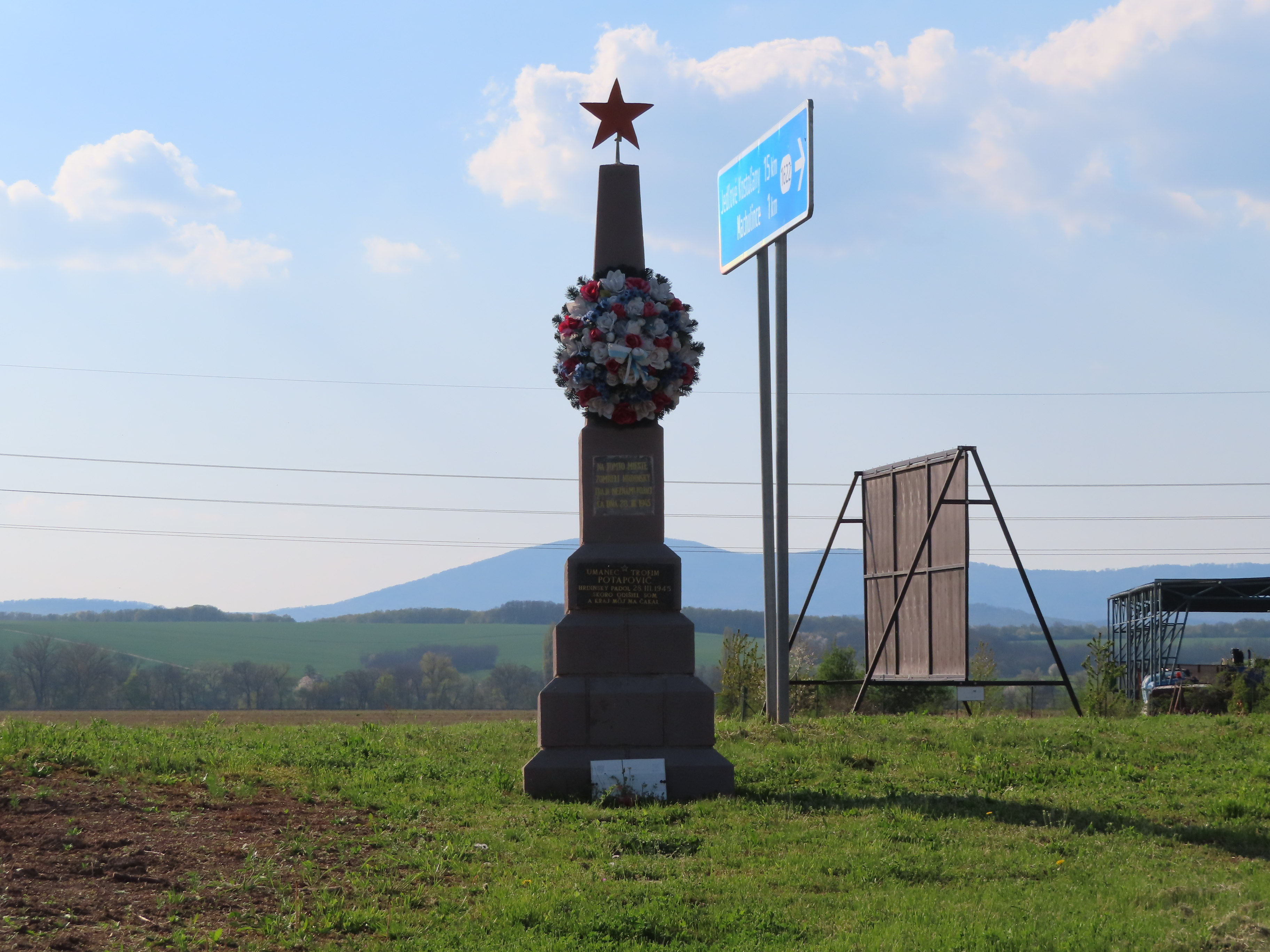

##### Bajta

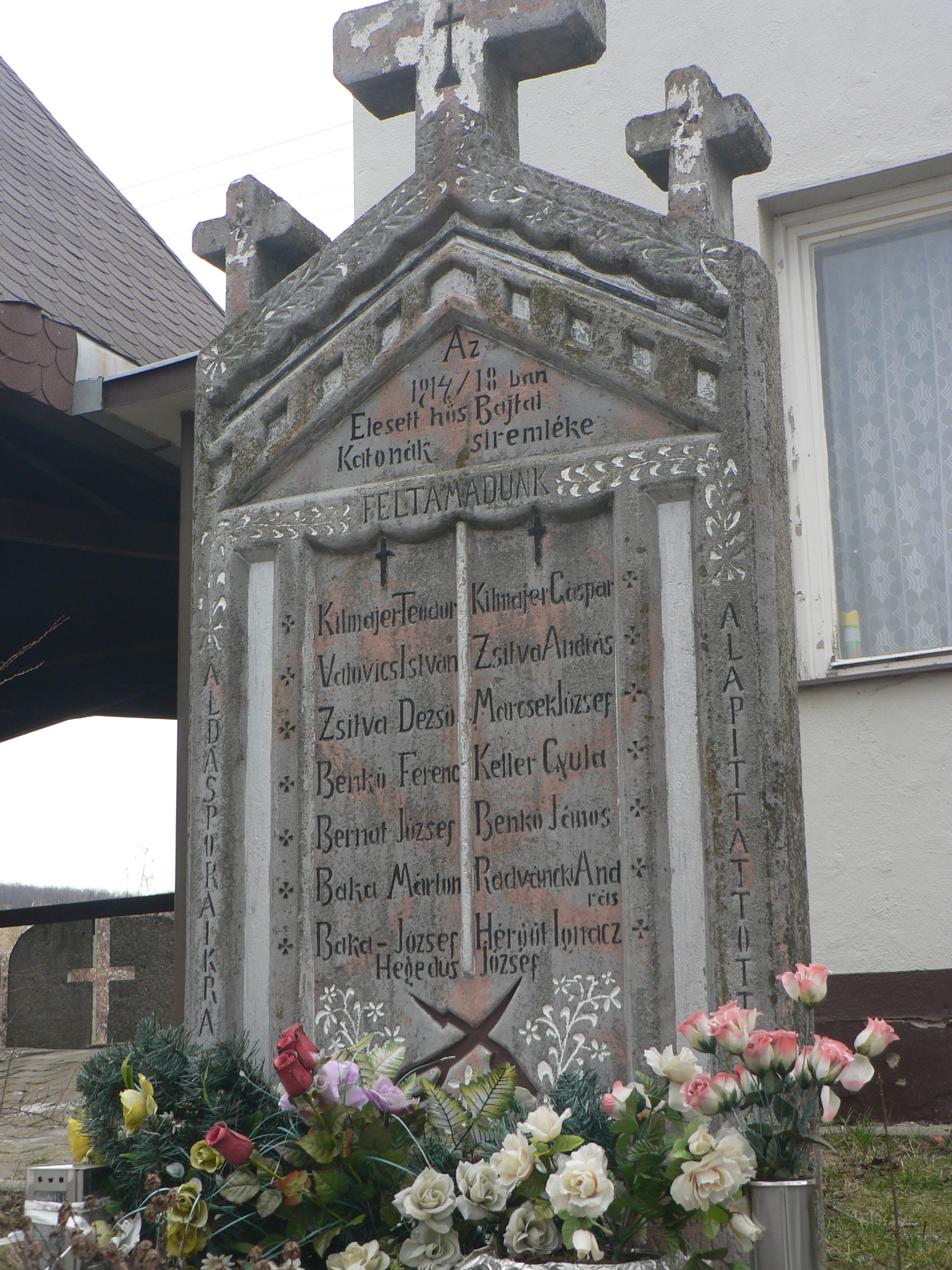
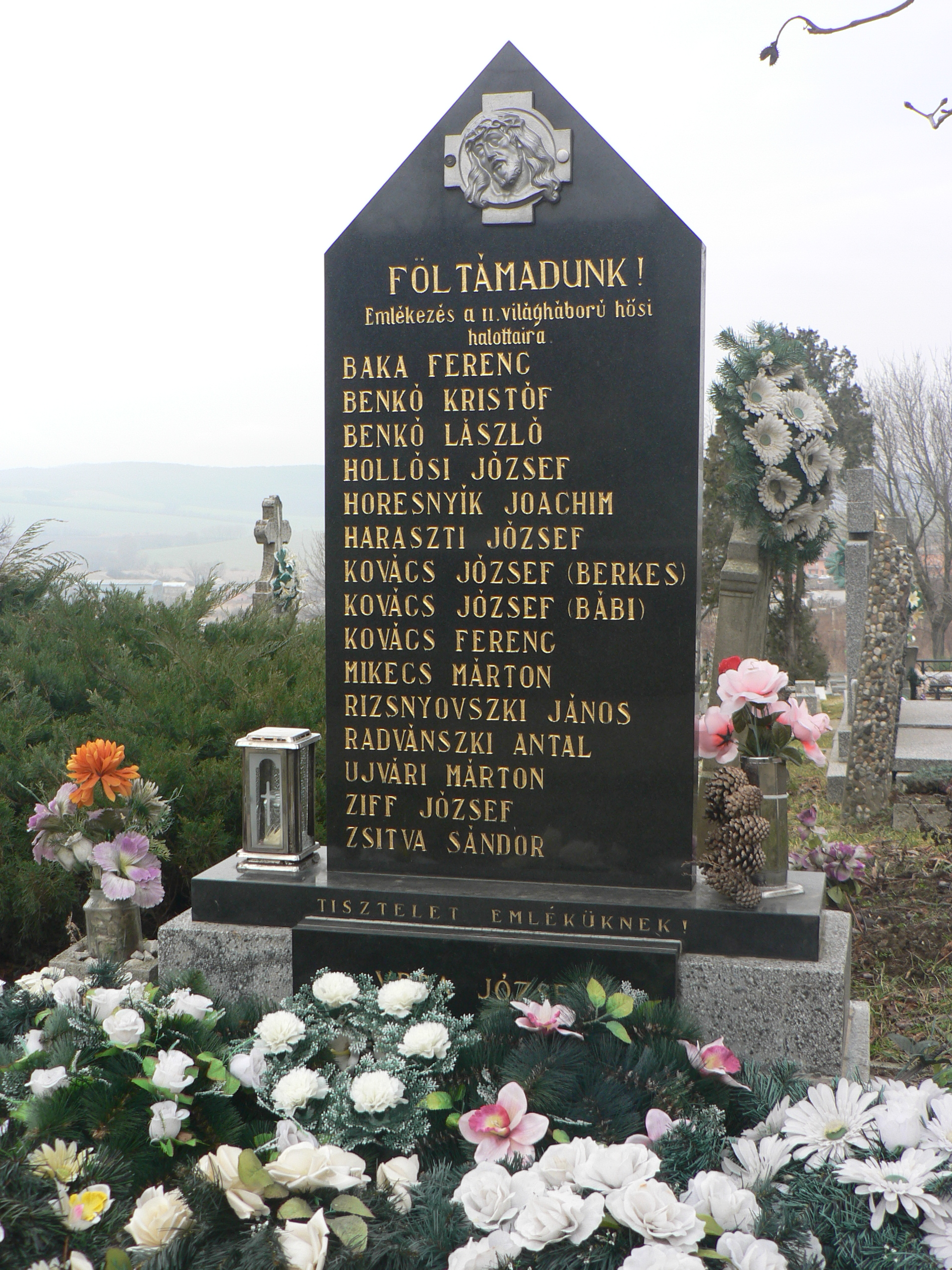

##### Barsfüss

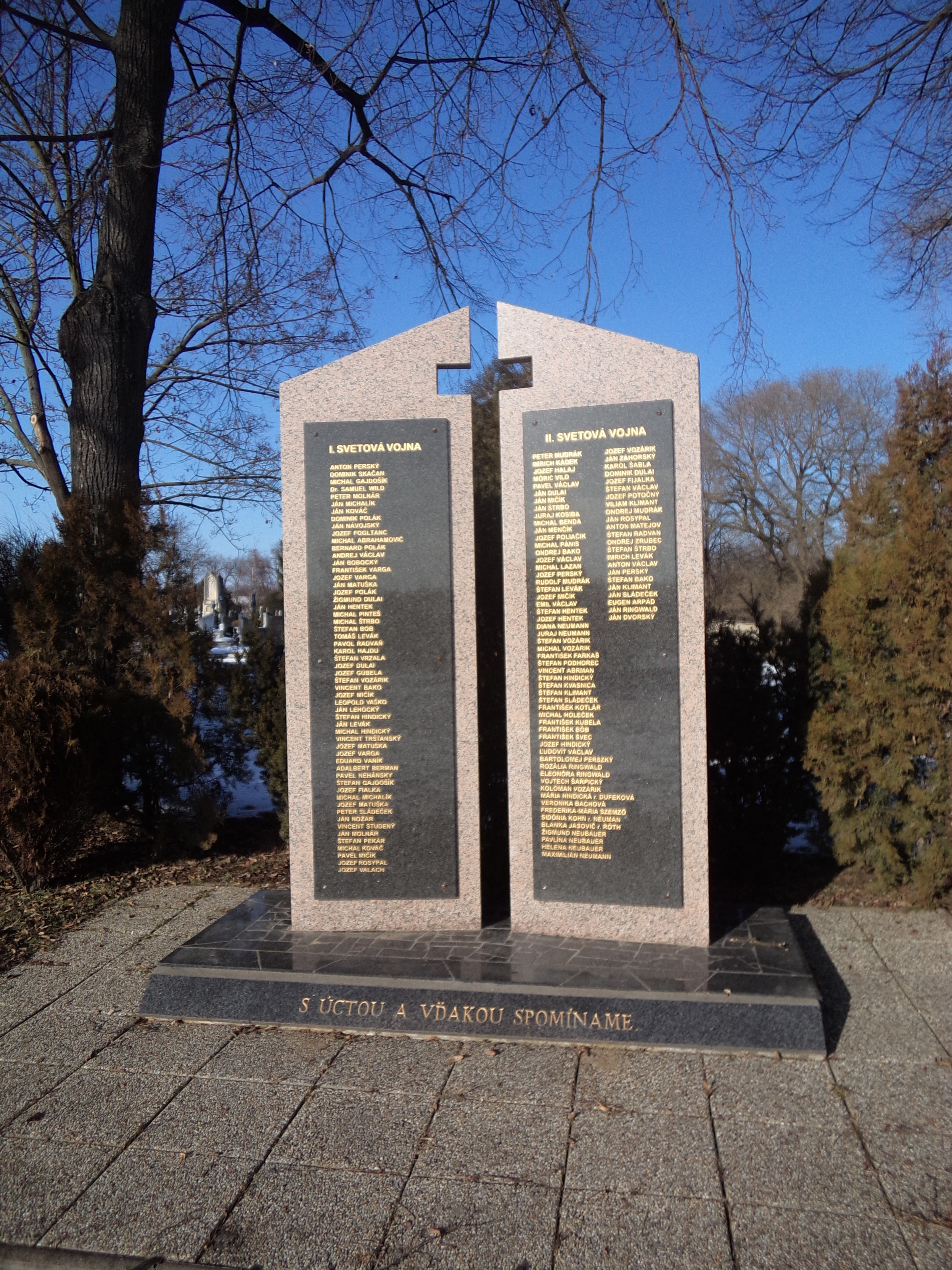

##### Bart

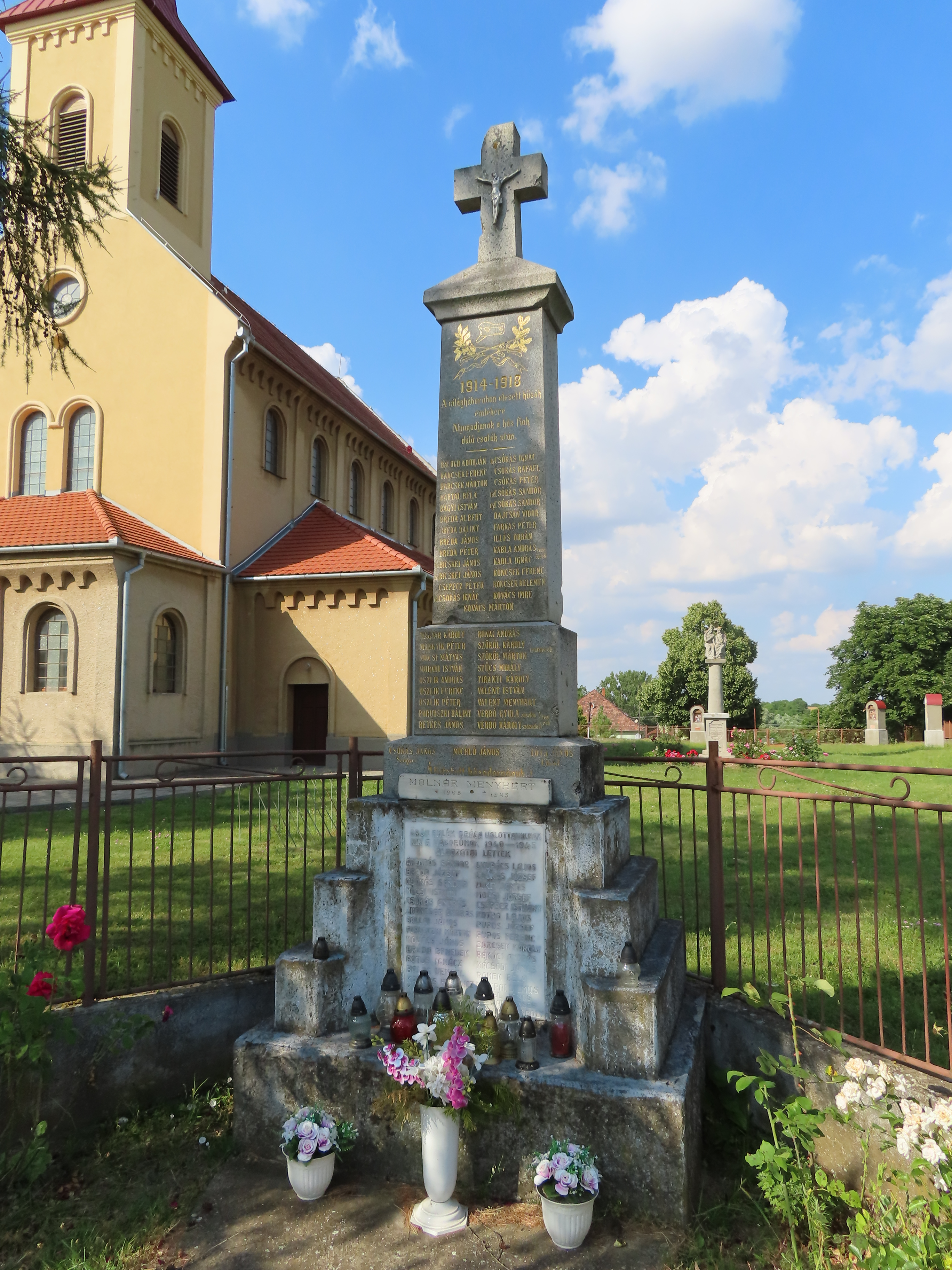

##### Bellegszencse

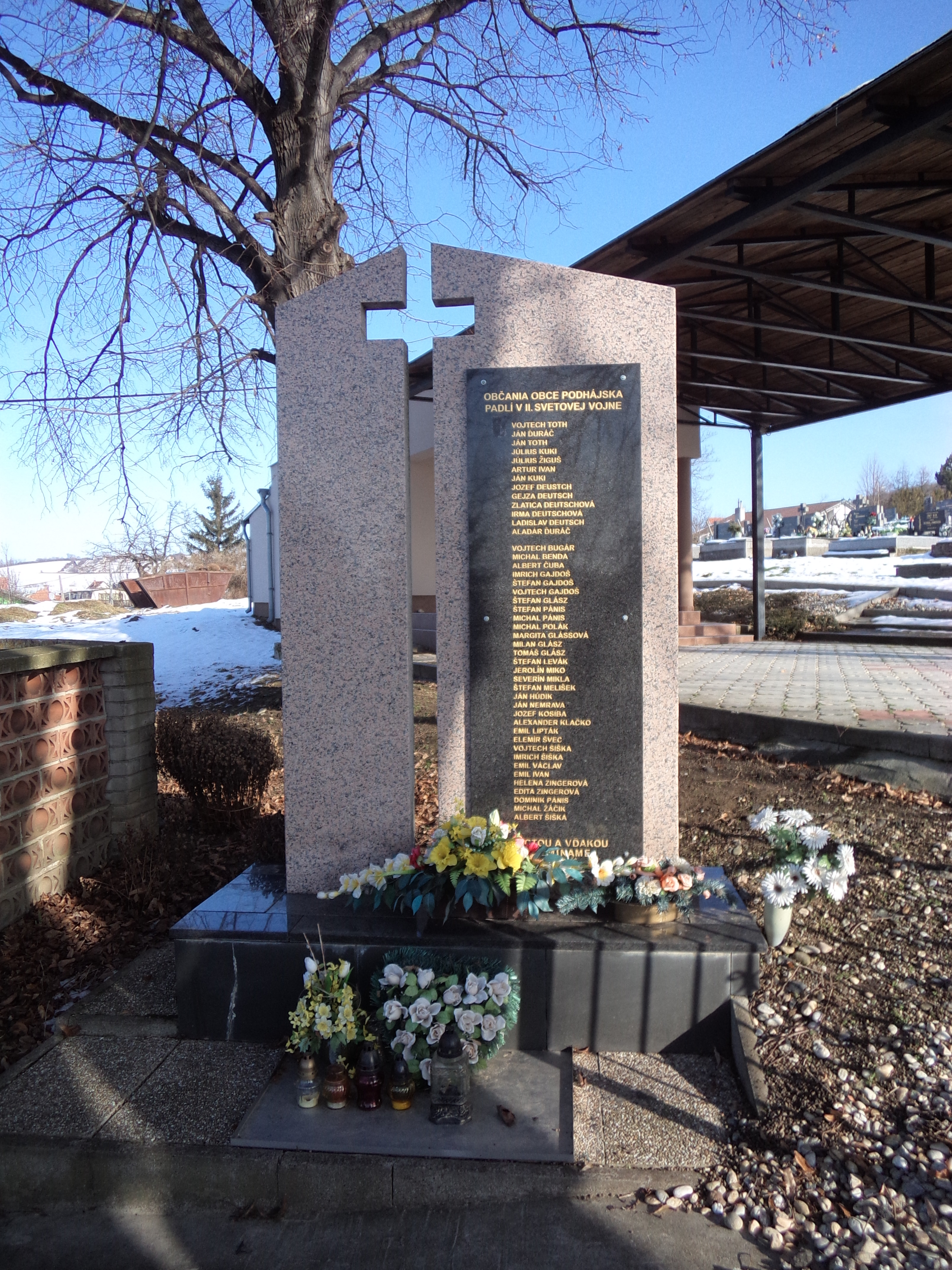

##### Bény

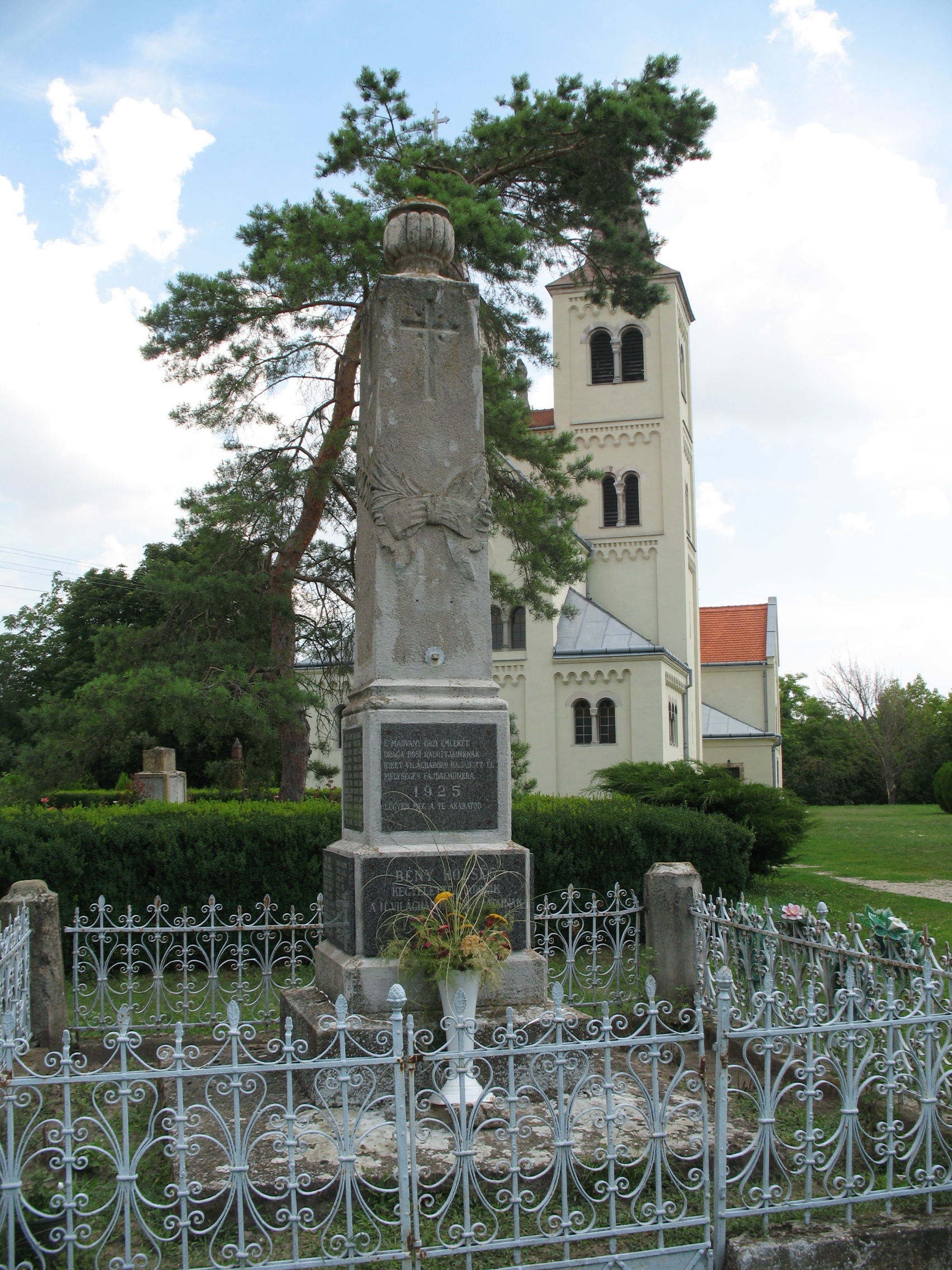

##### Csúz

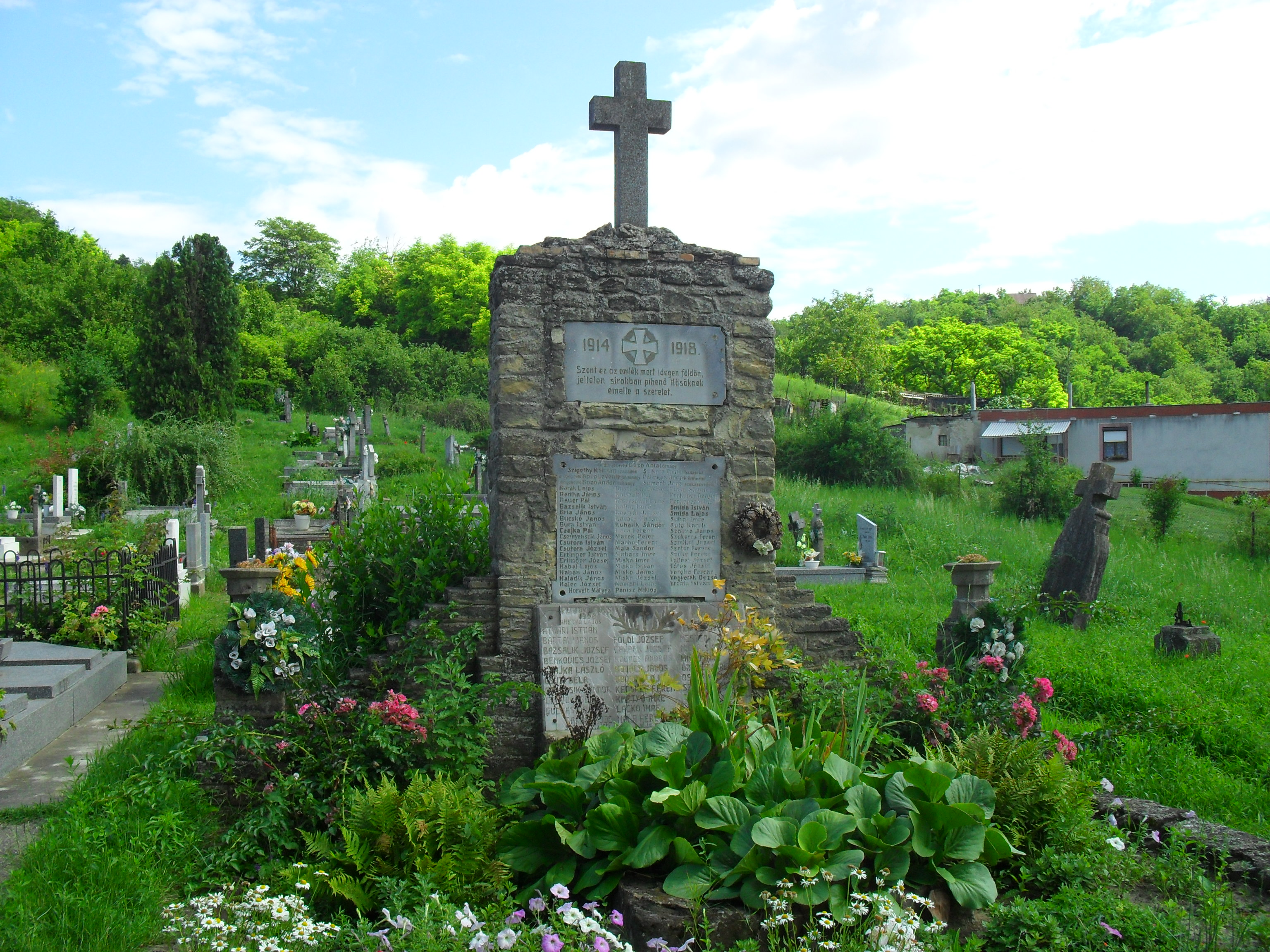
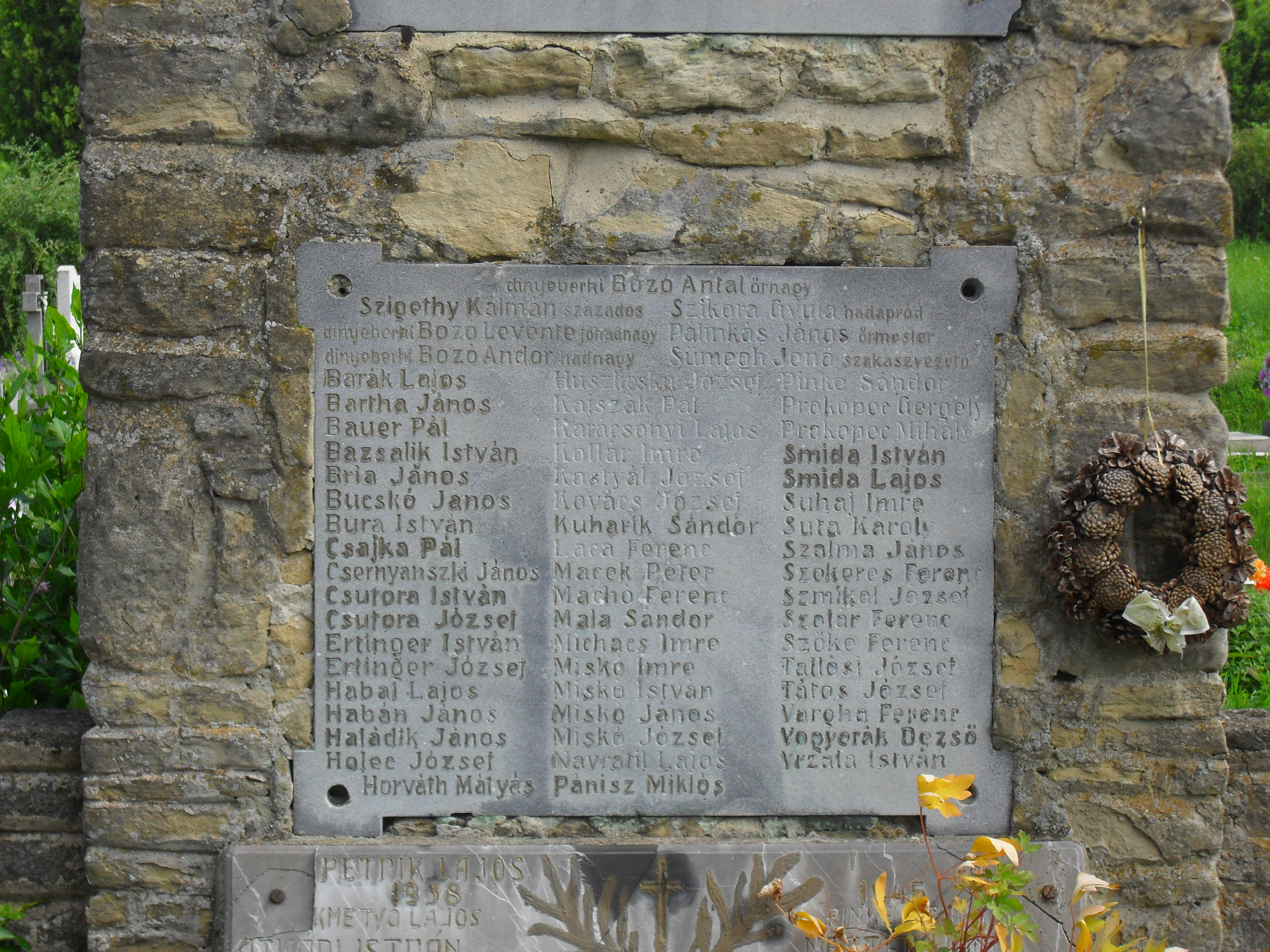
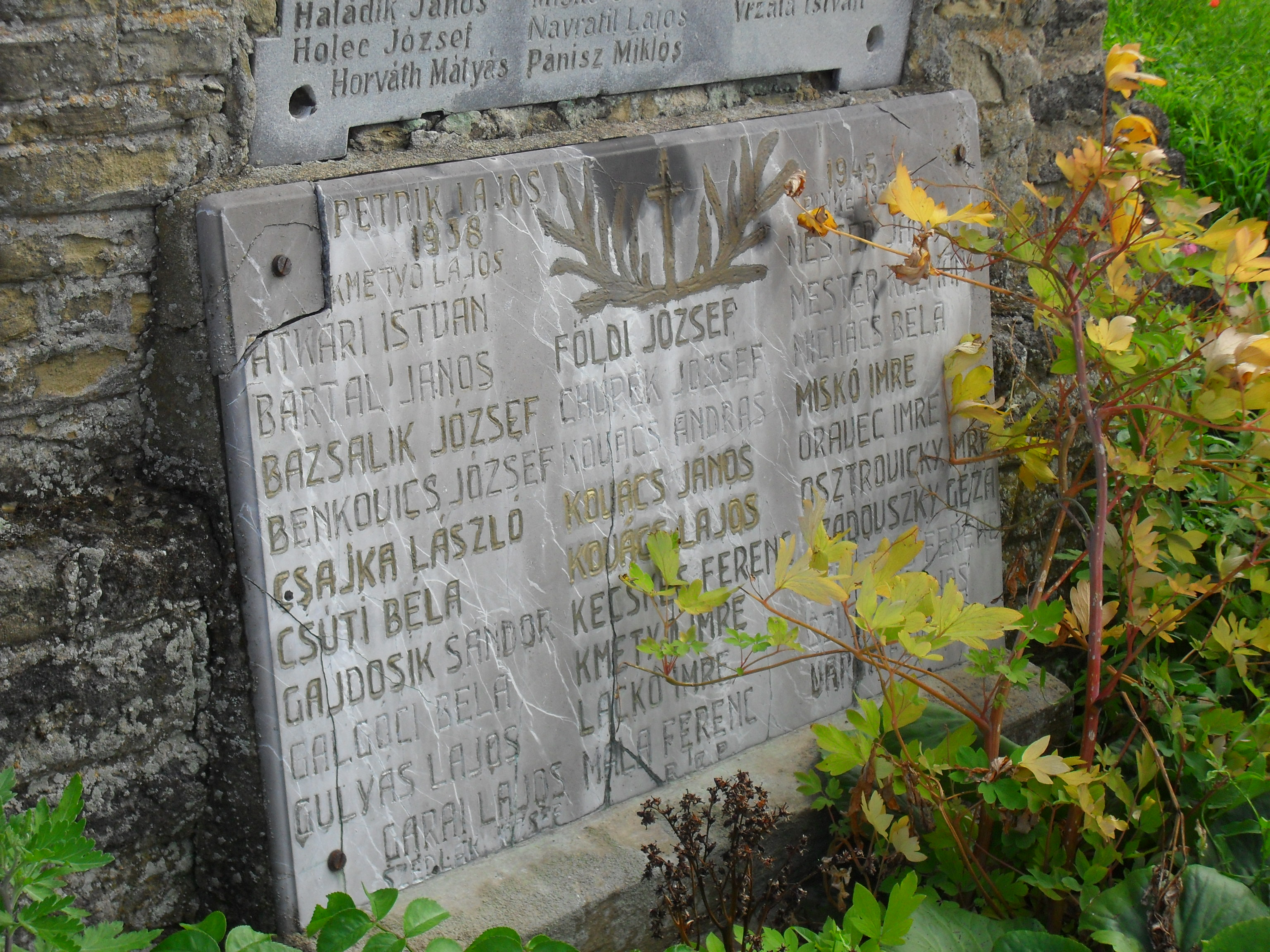

##### Ebed

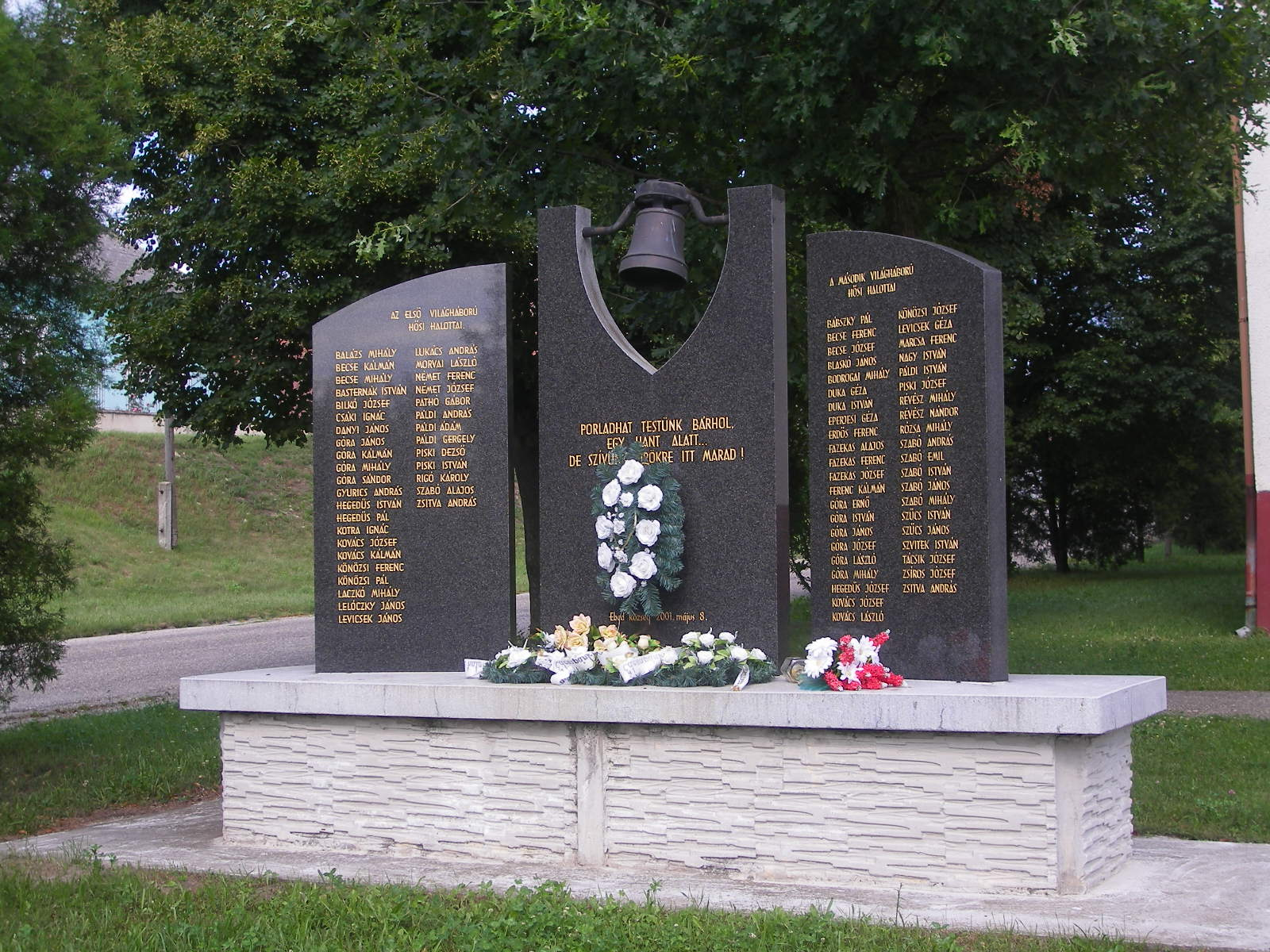

##### Keresztúr
A világháborúkban elesett helyi lakosoknak a temetőkereszt szolgál emlékművül. 

##### Kicő

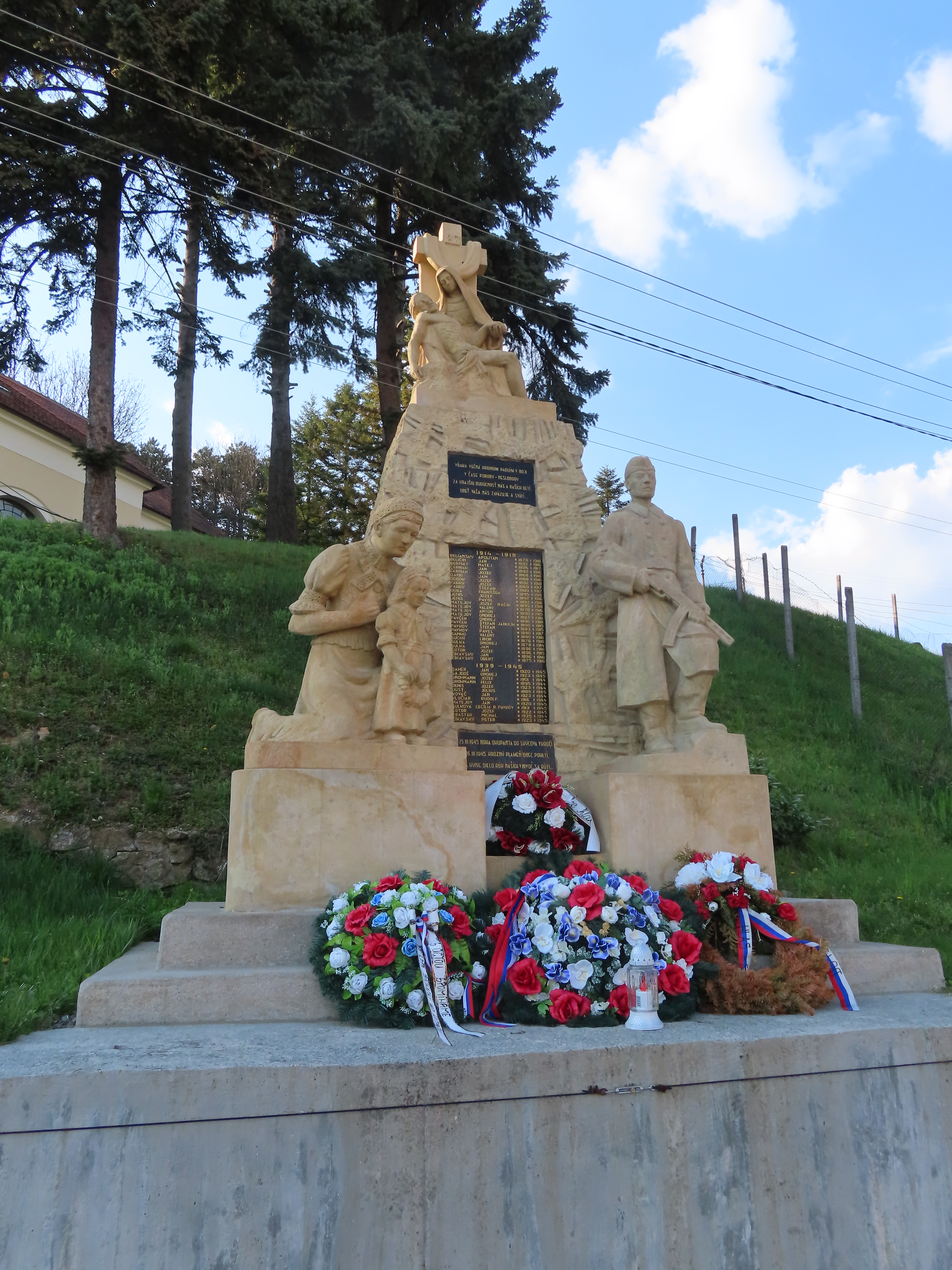
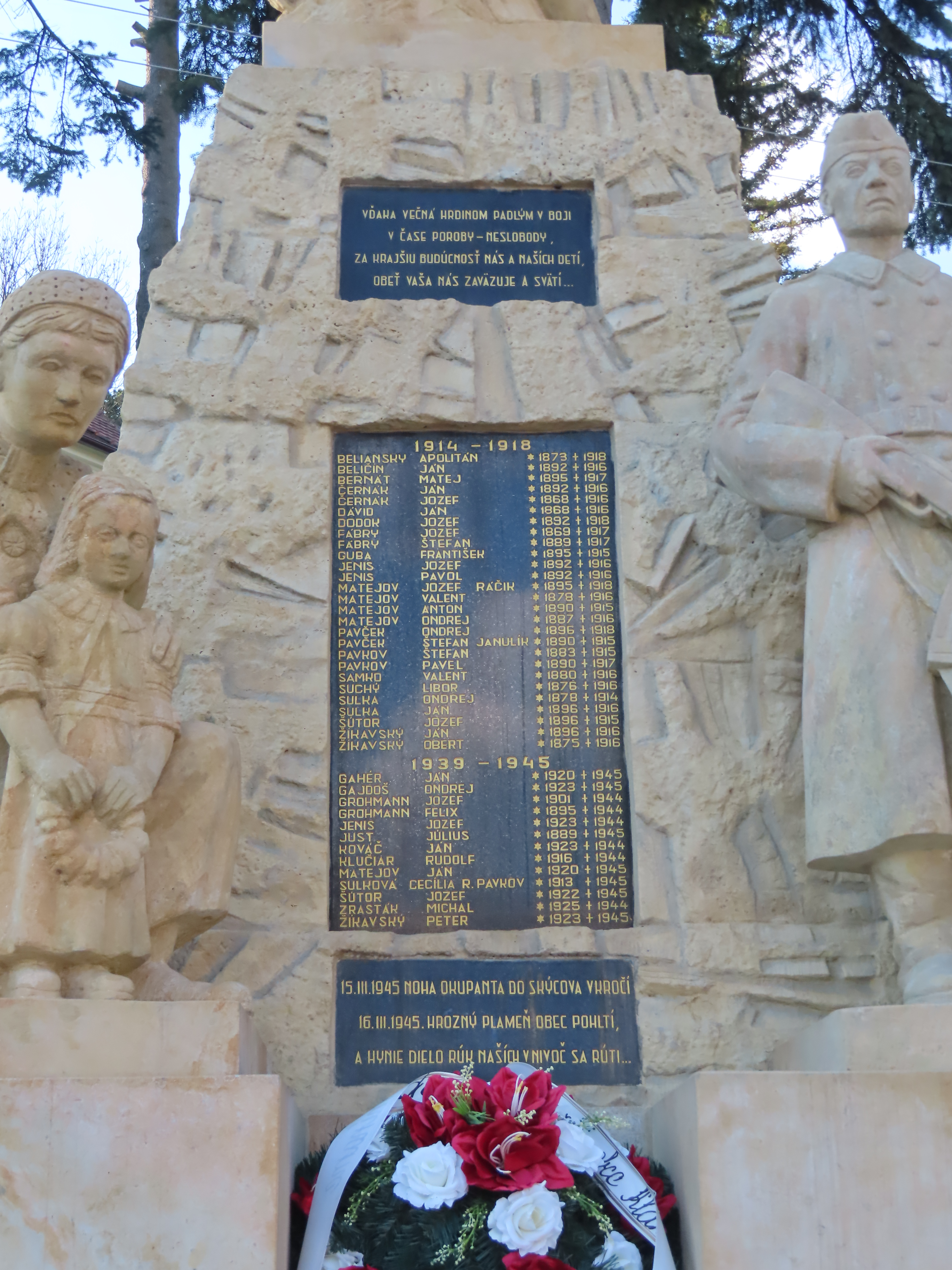

A világháborúkban elesett helyi lakosok emlékműve a templom közelében található.

##### Kisaranyos

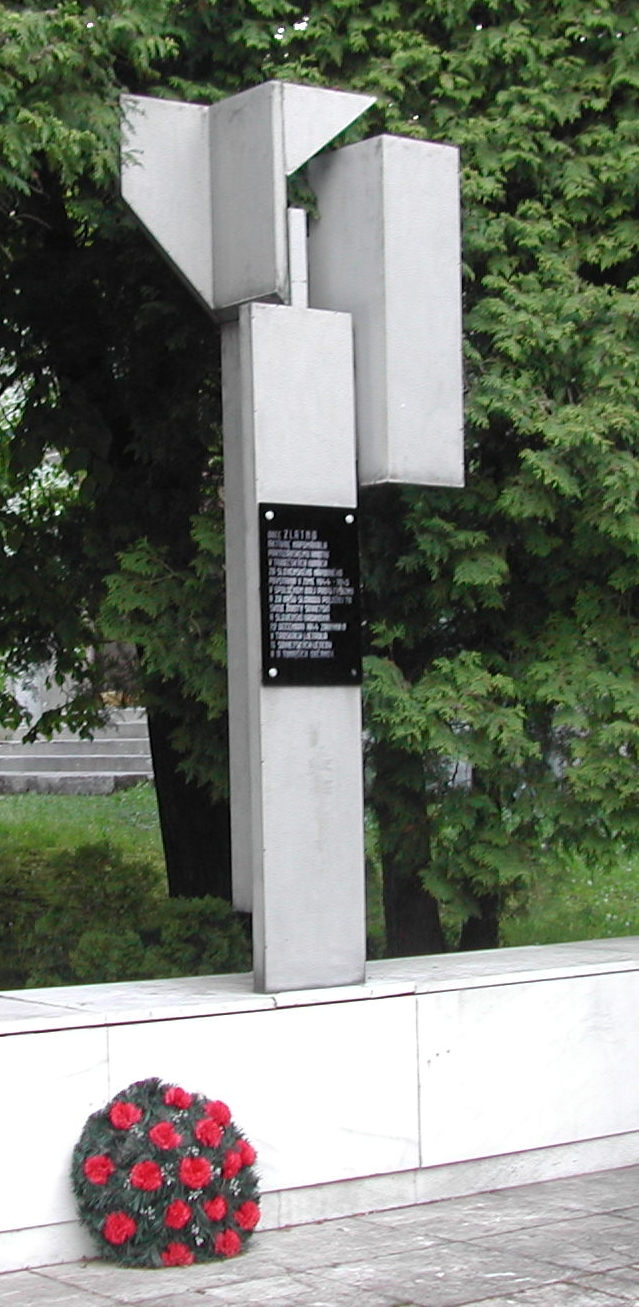
SzNF

##### Kistapolcsány

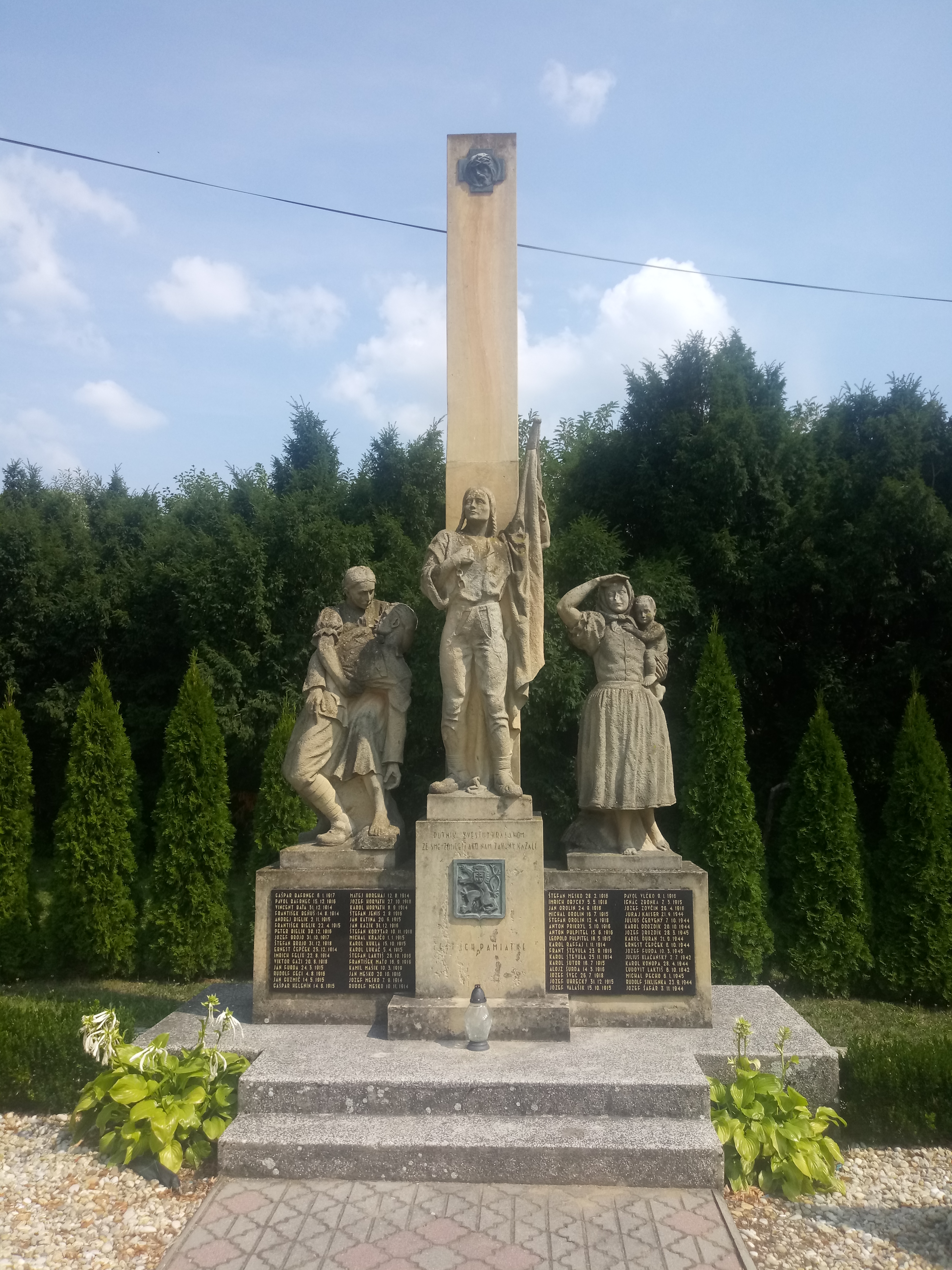

A világháborús emlékmű a falu közepén található.

##### Maholány

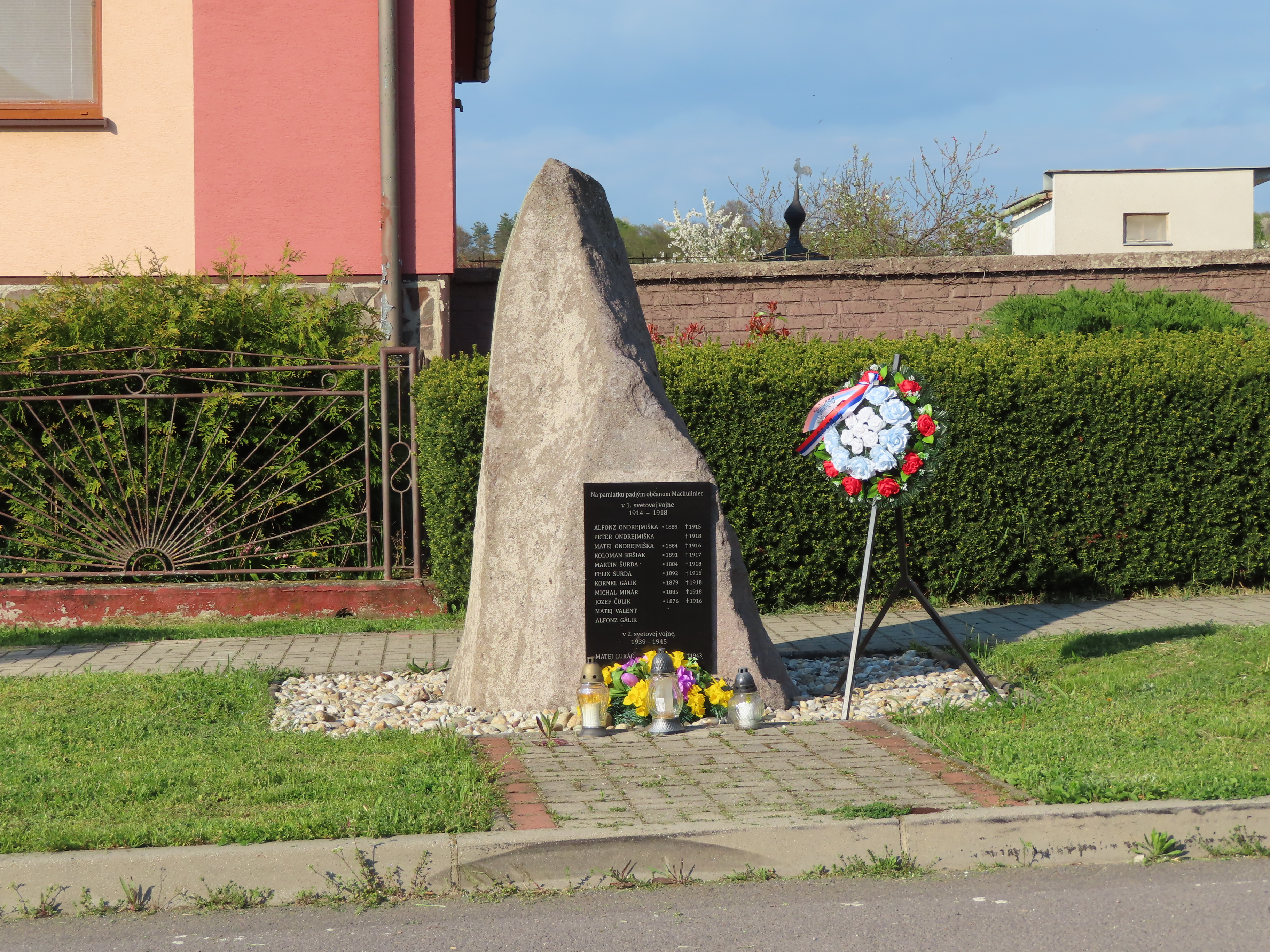

Temetőkereszt

#### Érsekújvári járás

##### Érsekújvár
Érsekújvár temetőjében található emlékmű emlékezik a második világháború és a bombázások áldozataira. Ezen kívül léteztek katonai sírok a felszámolt gúgi és babkai temetőkben is.

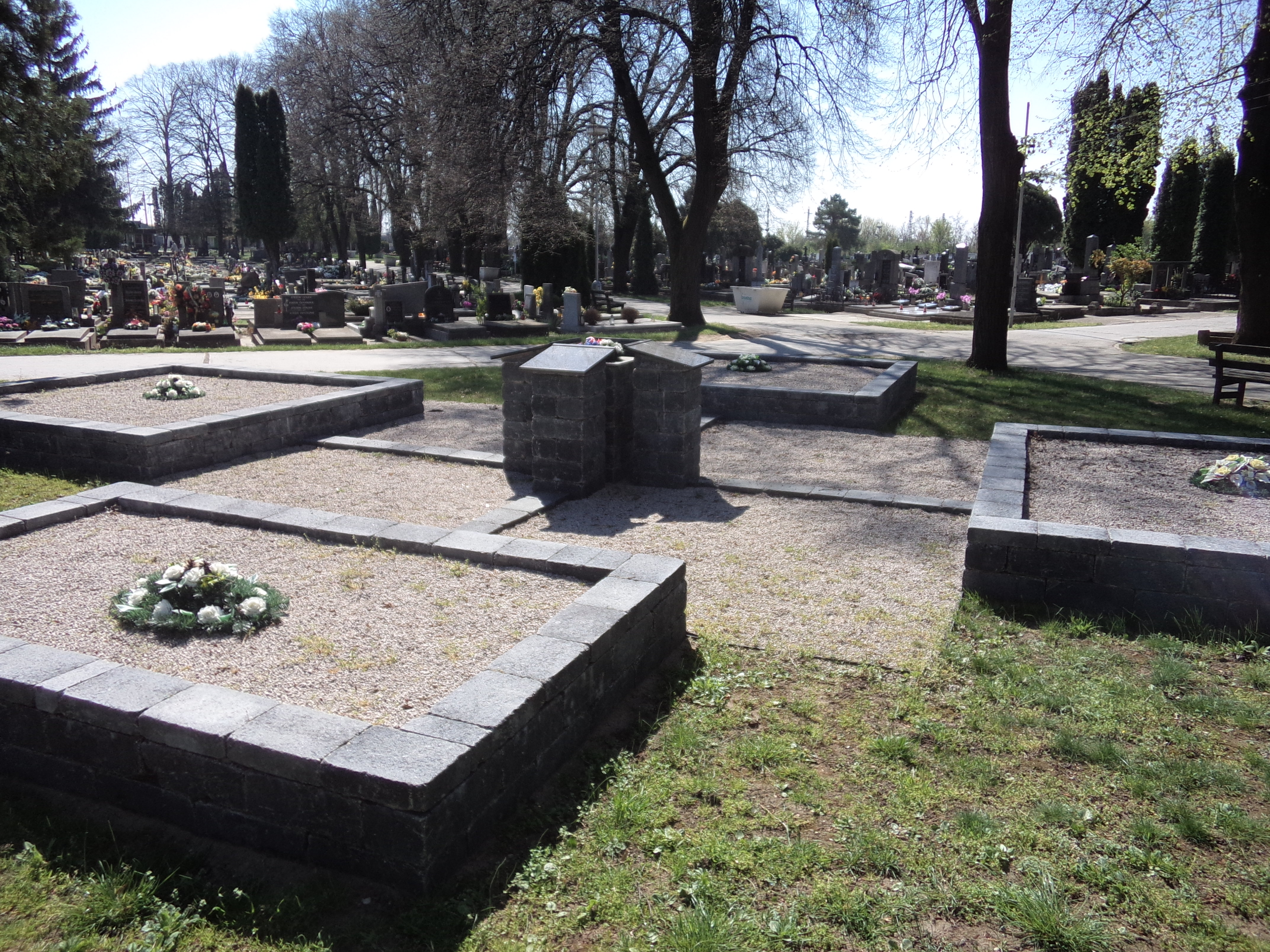
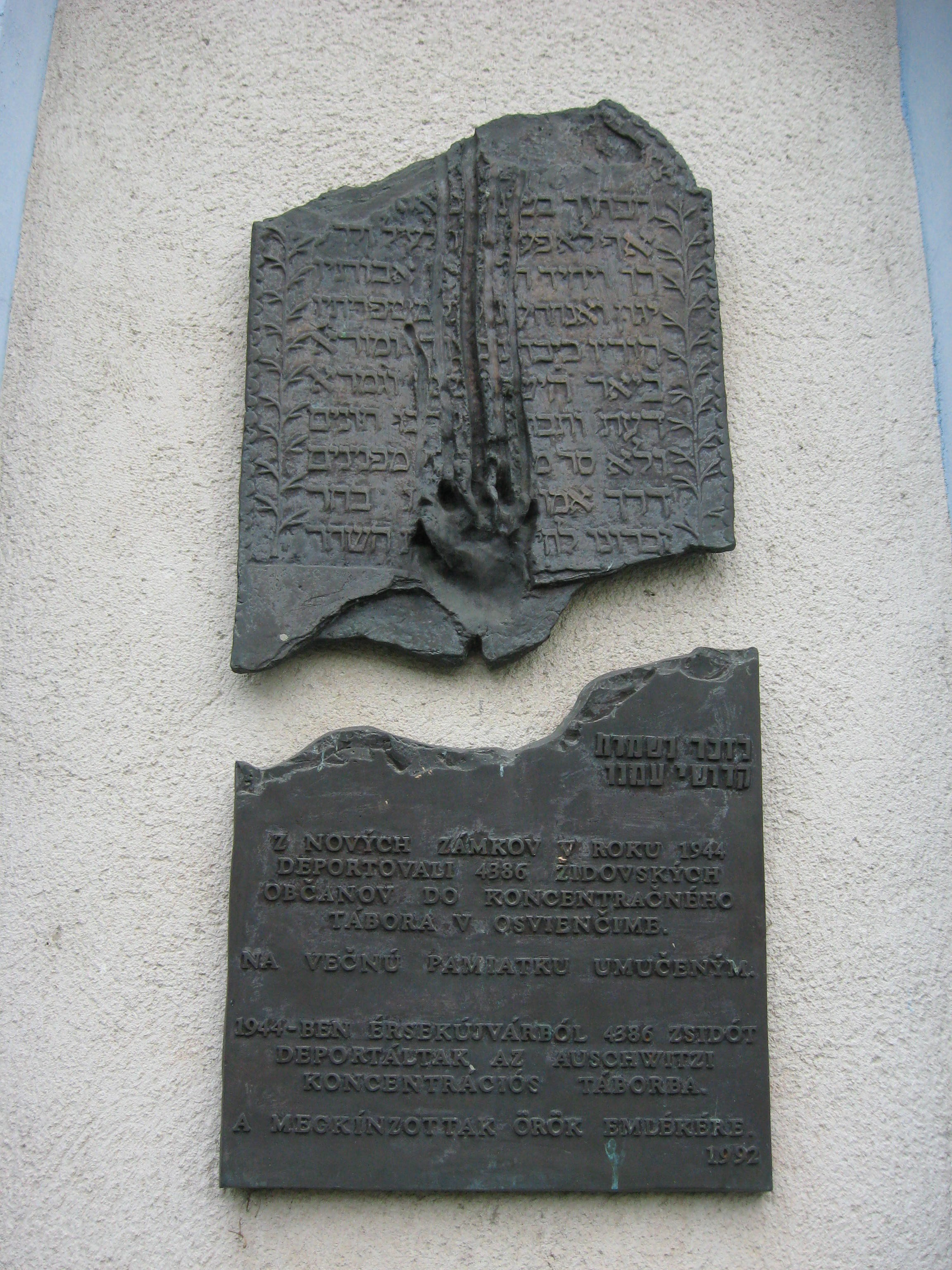

##### Fűr

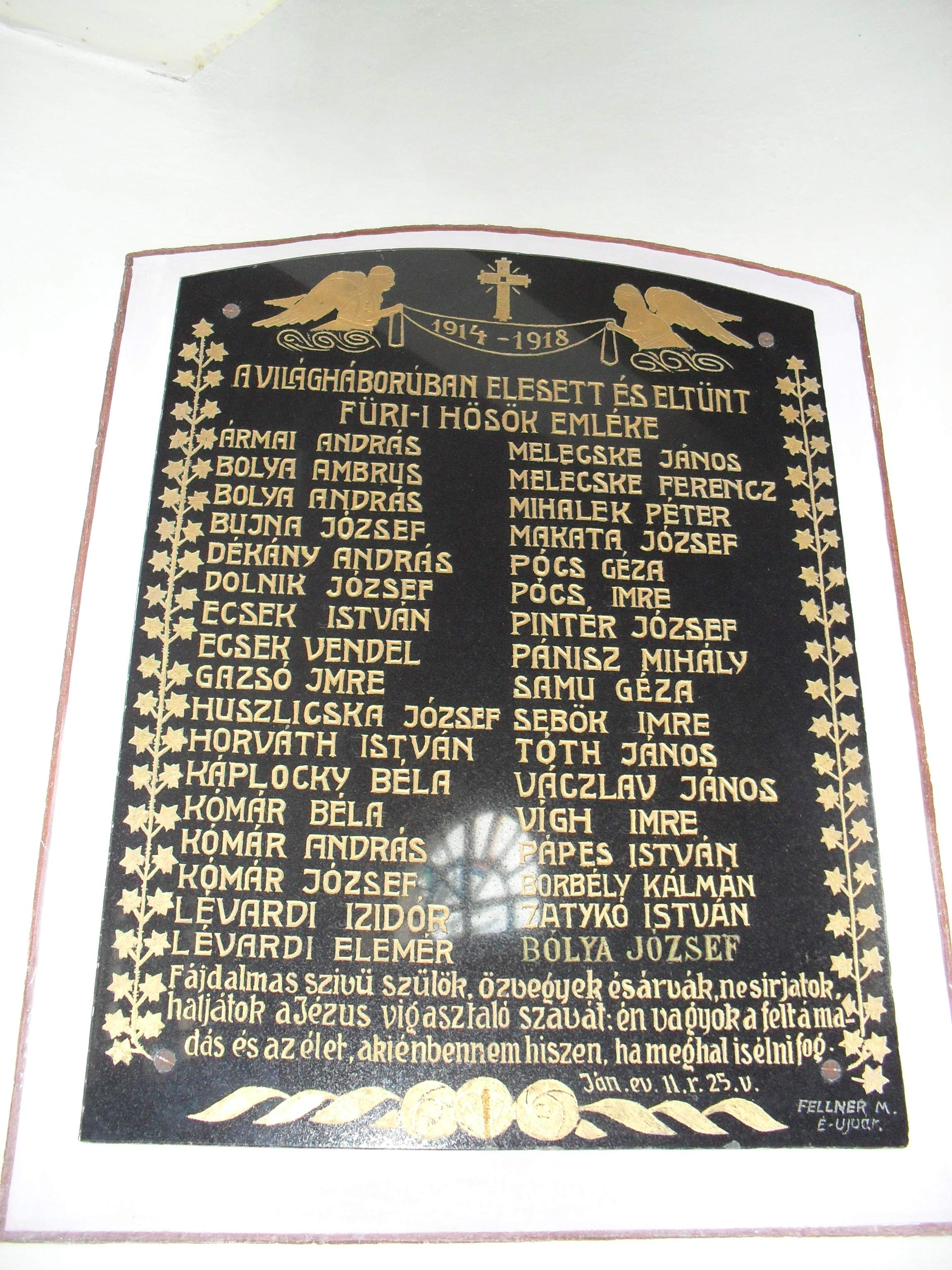
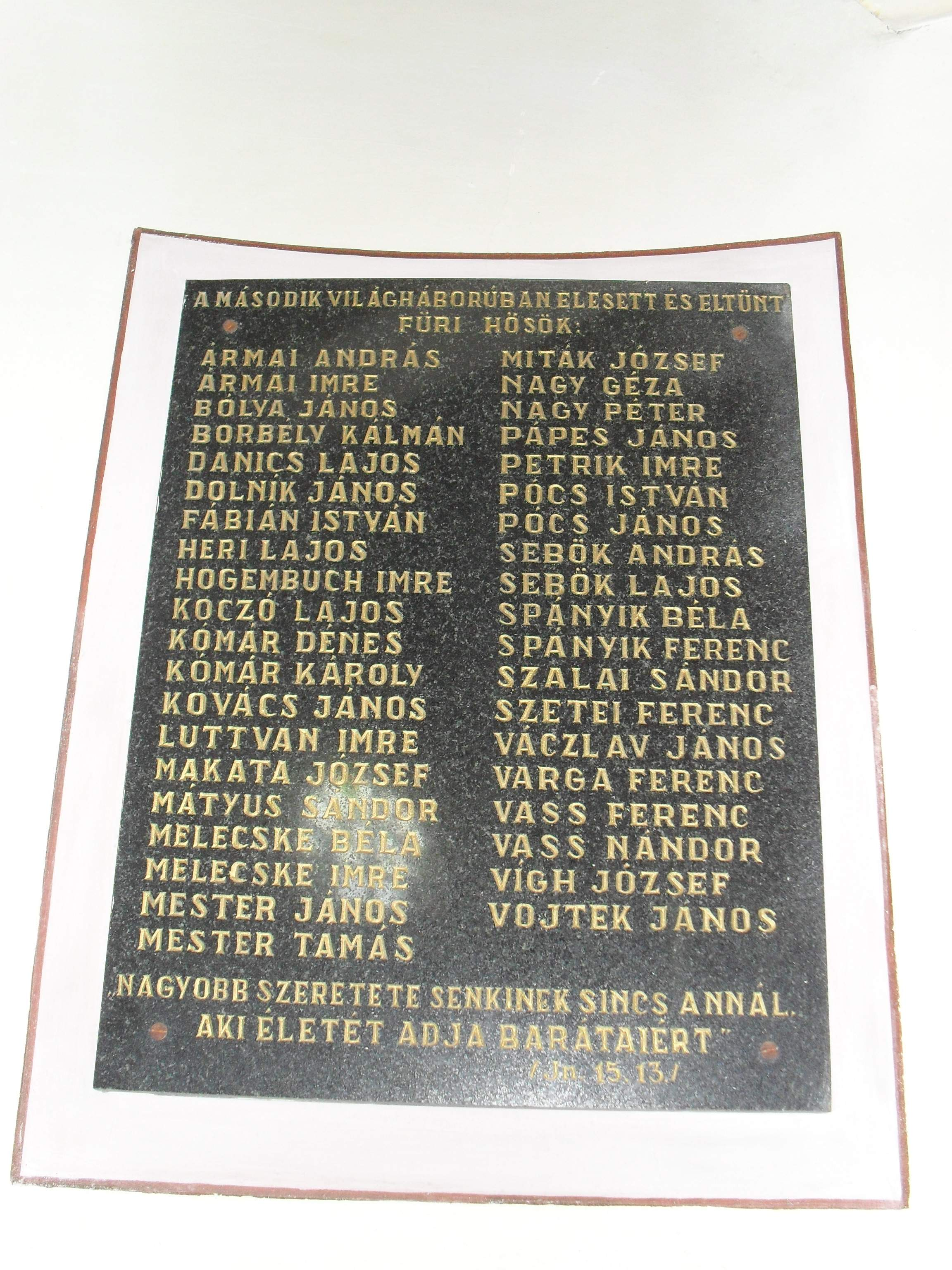
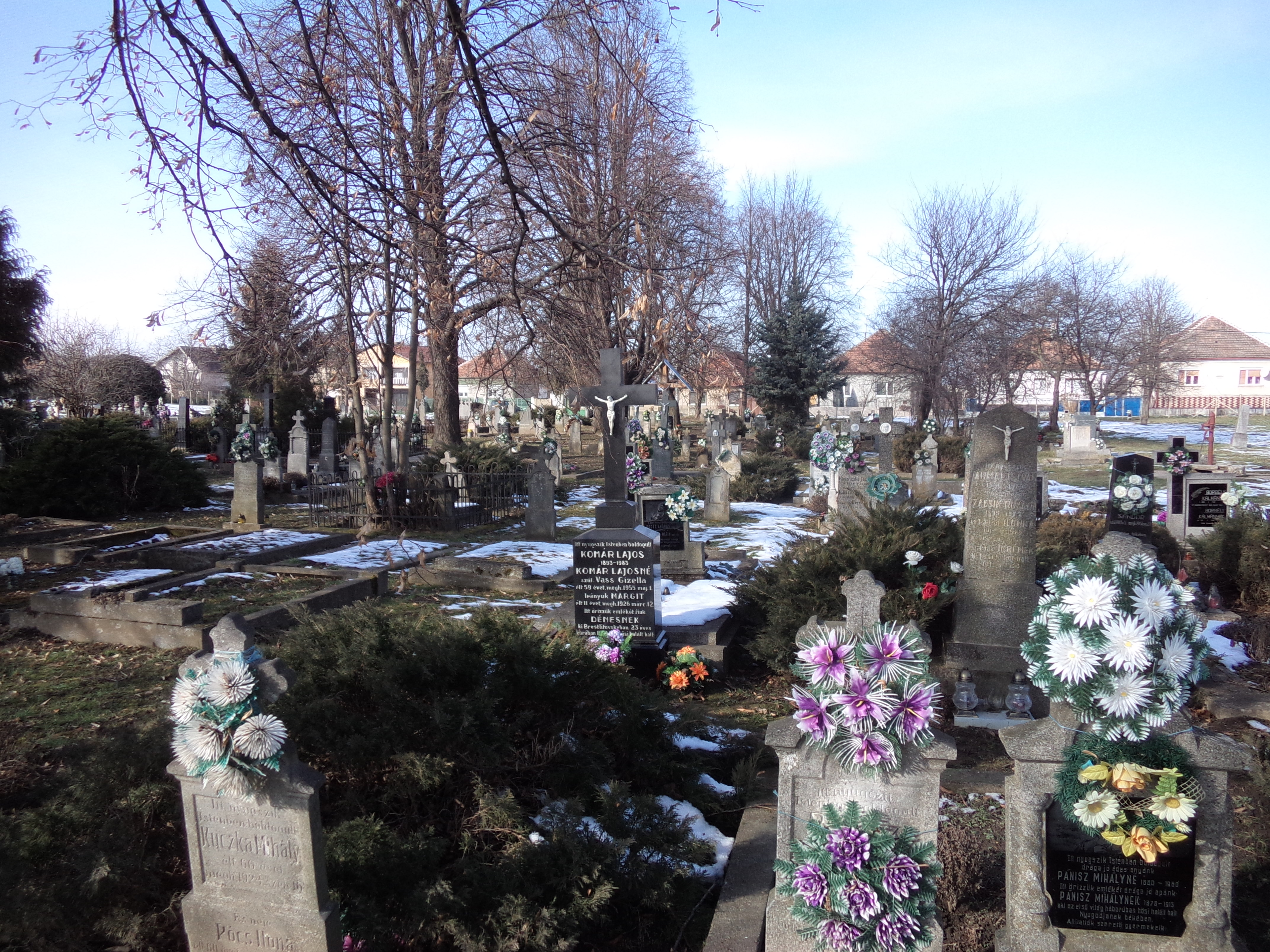
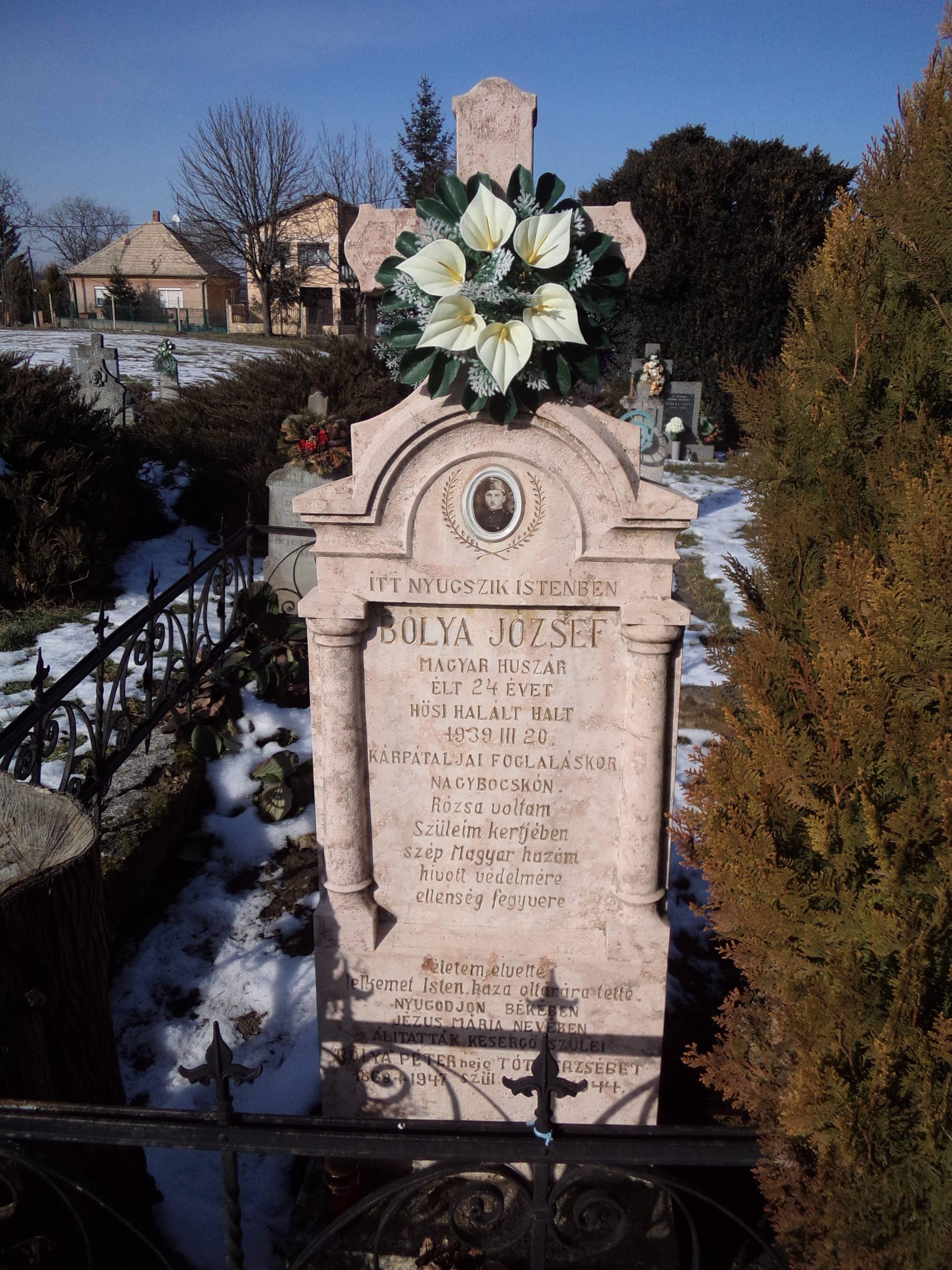

##### Garamkövesd

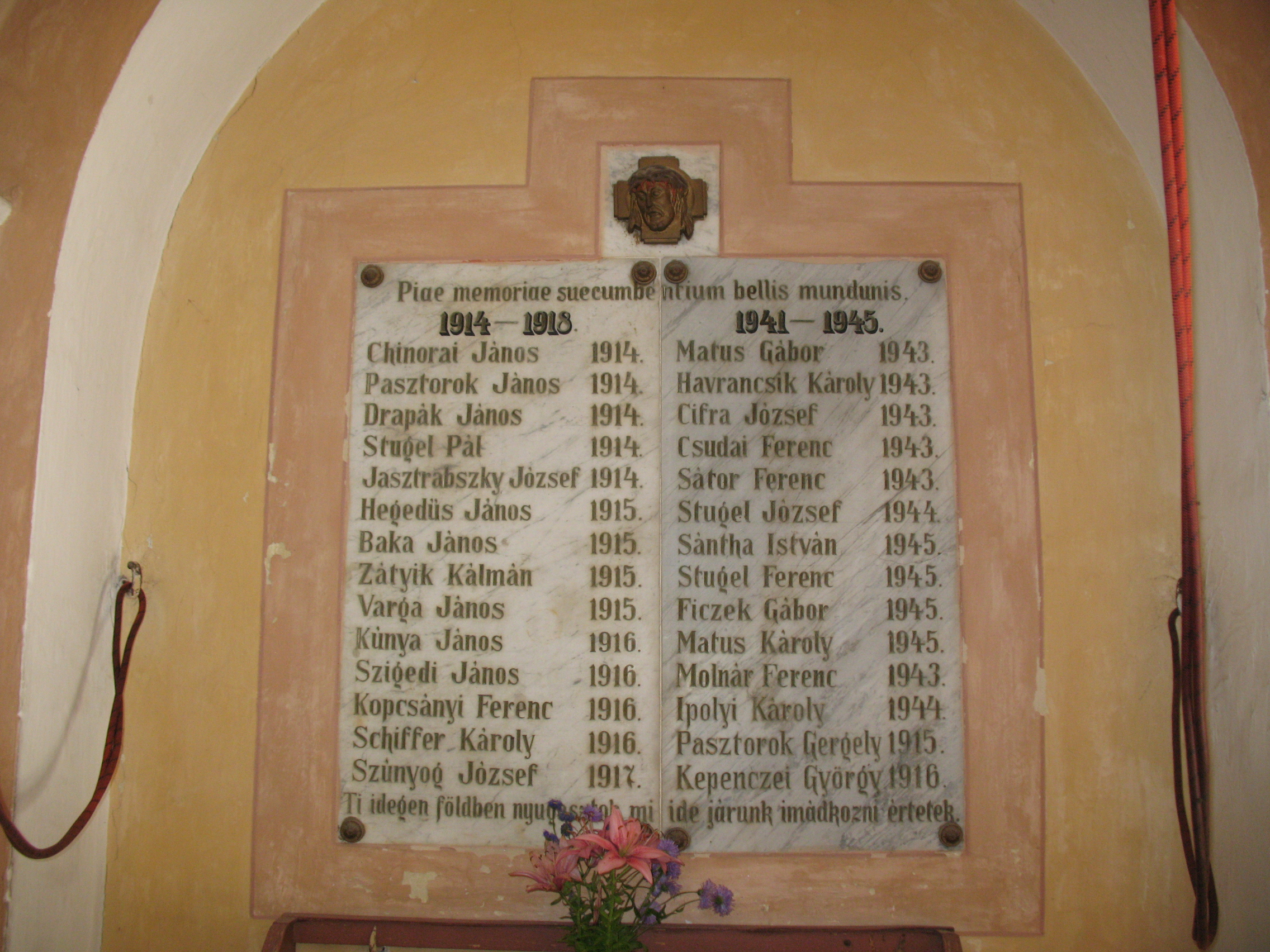
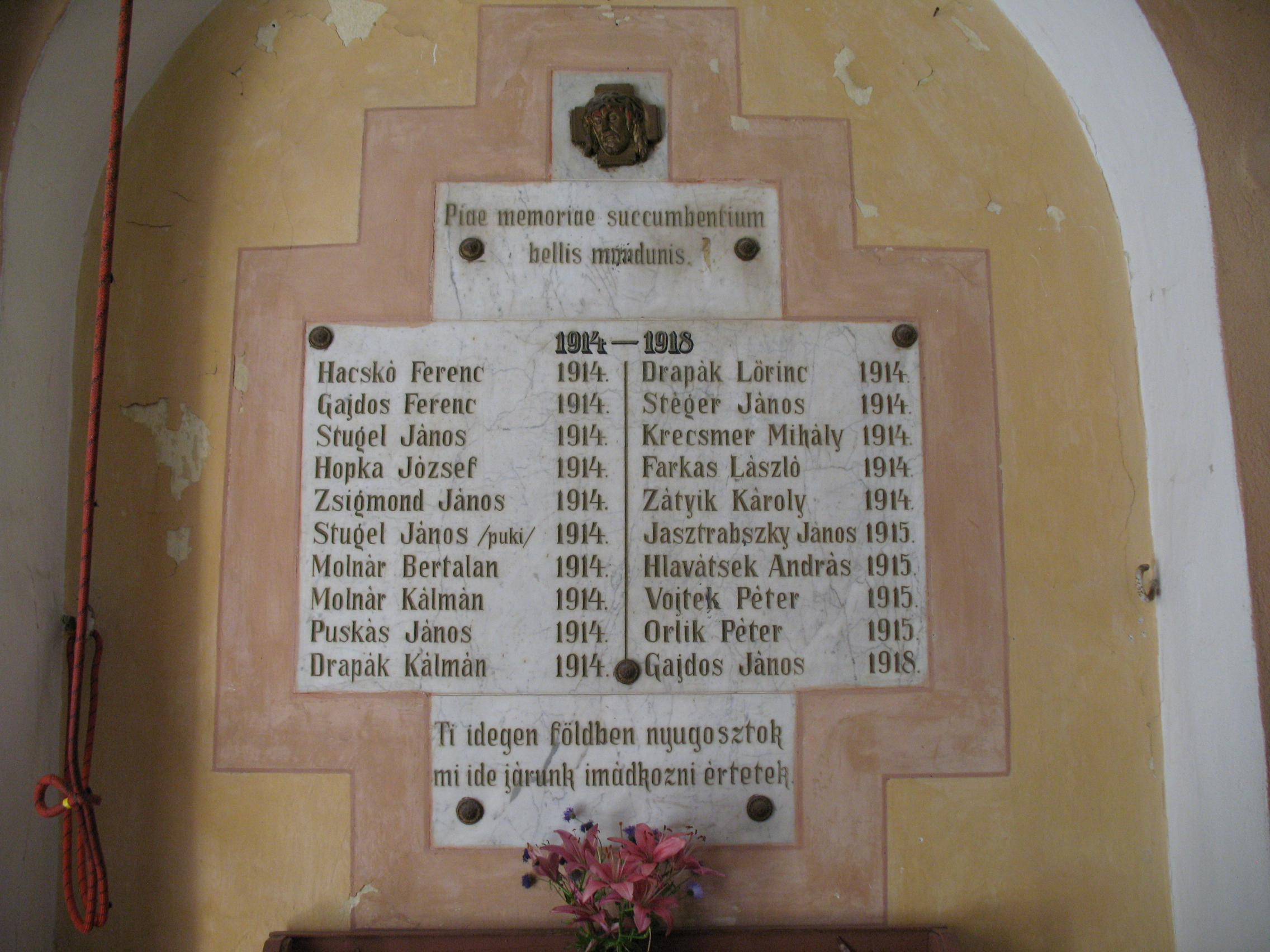

##### Gyarak

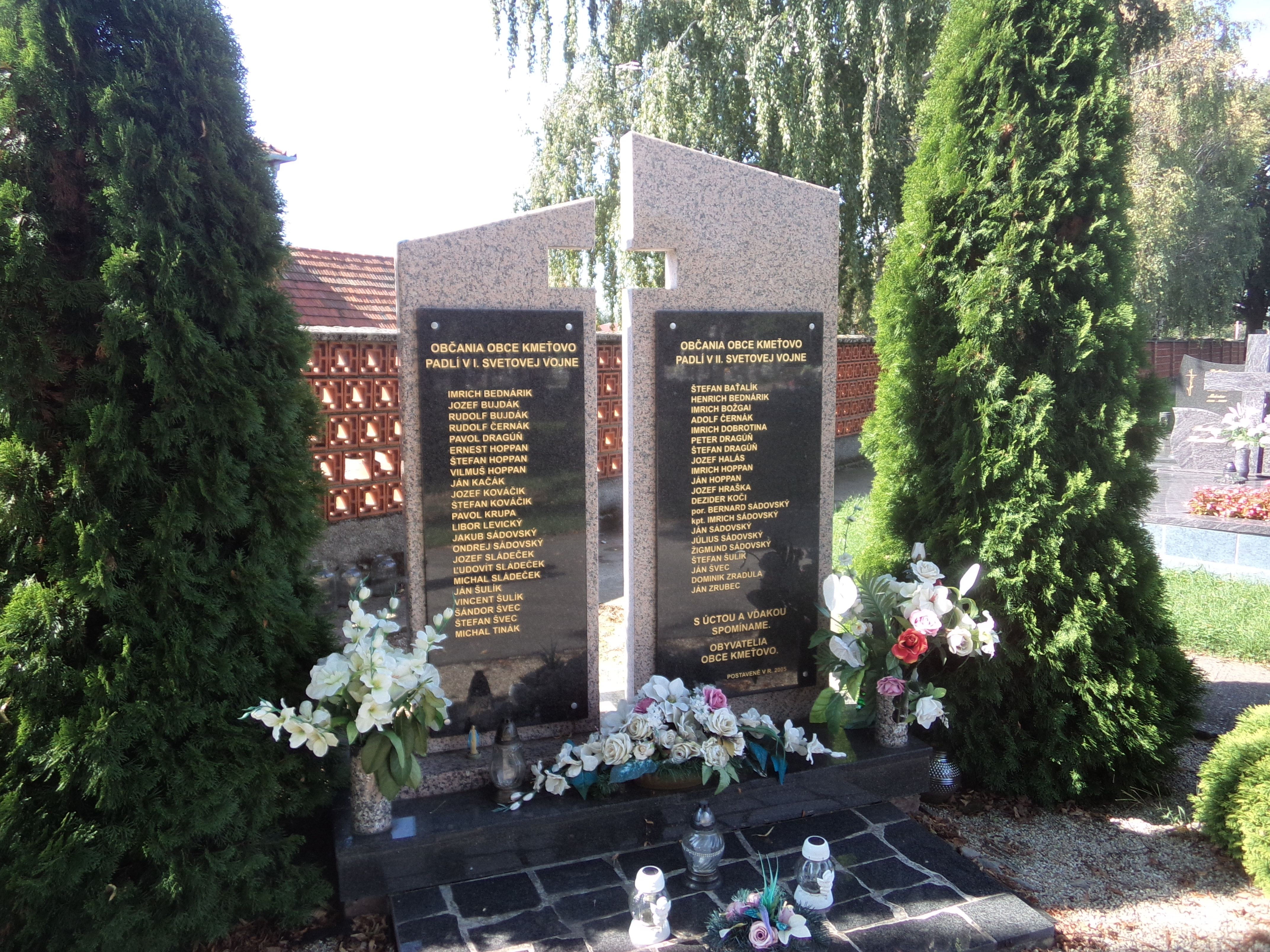
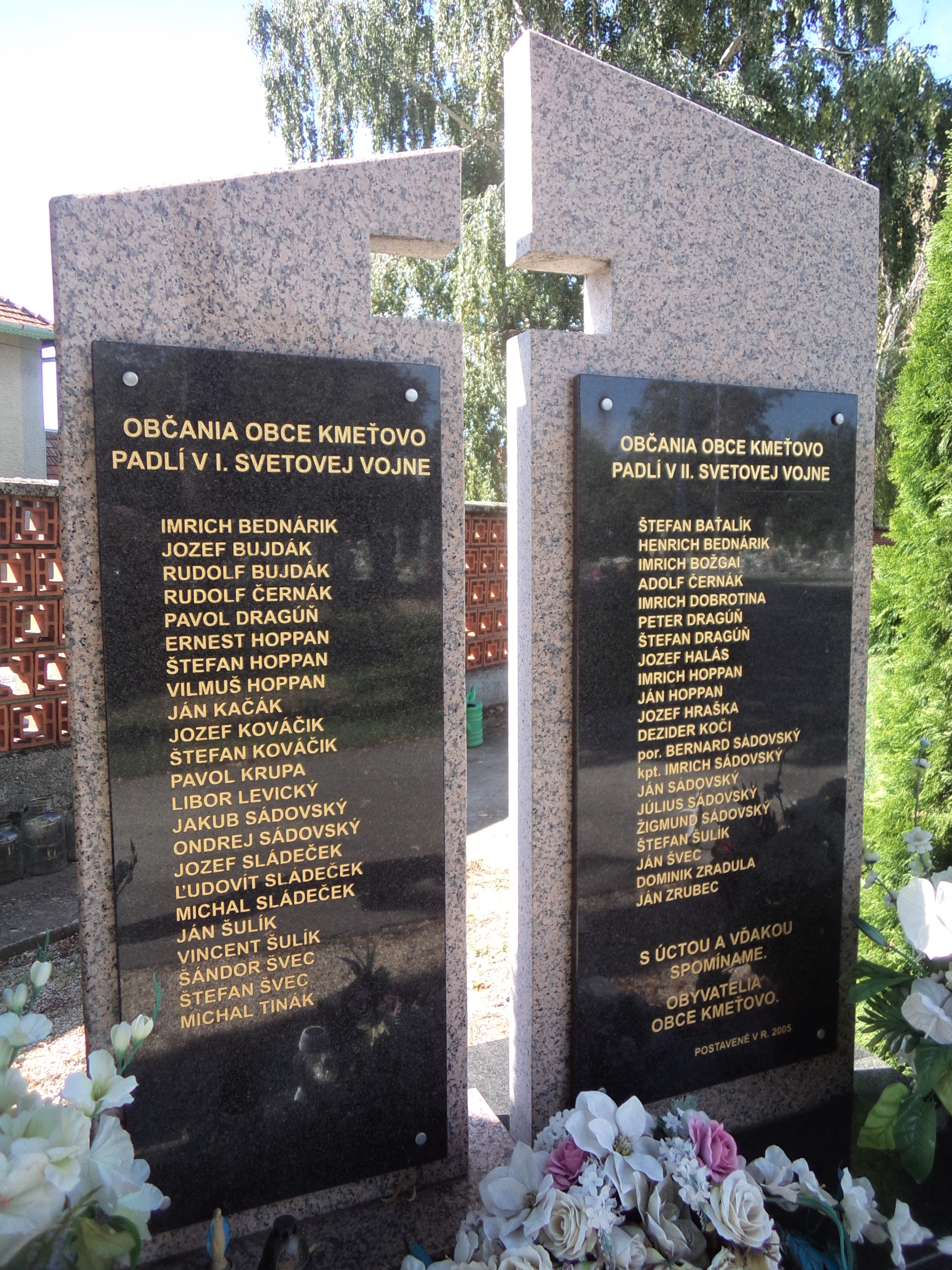
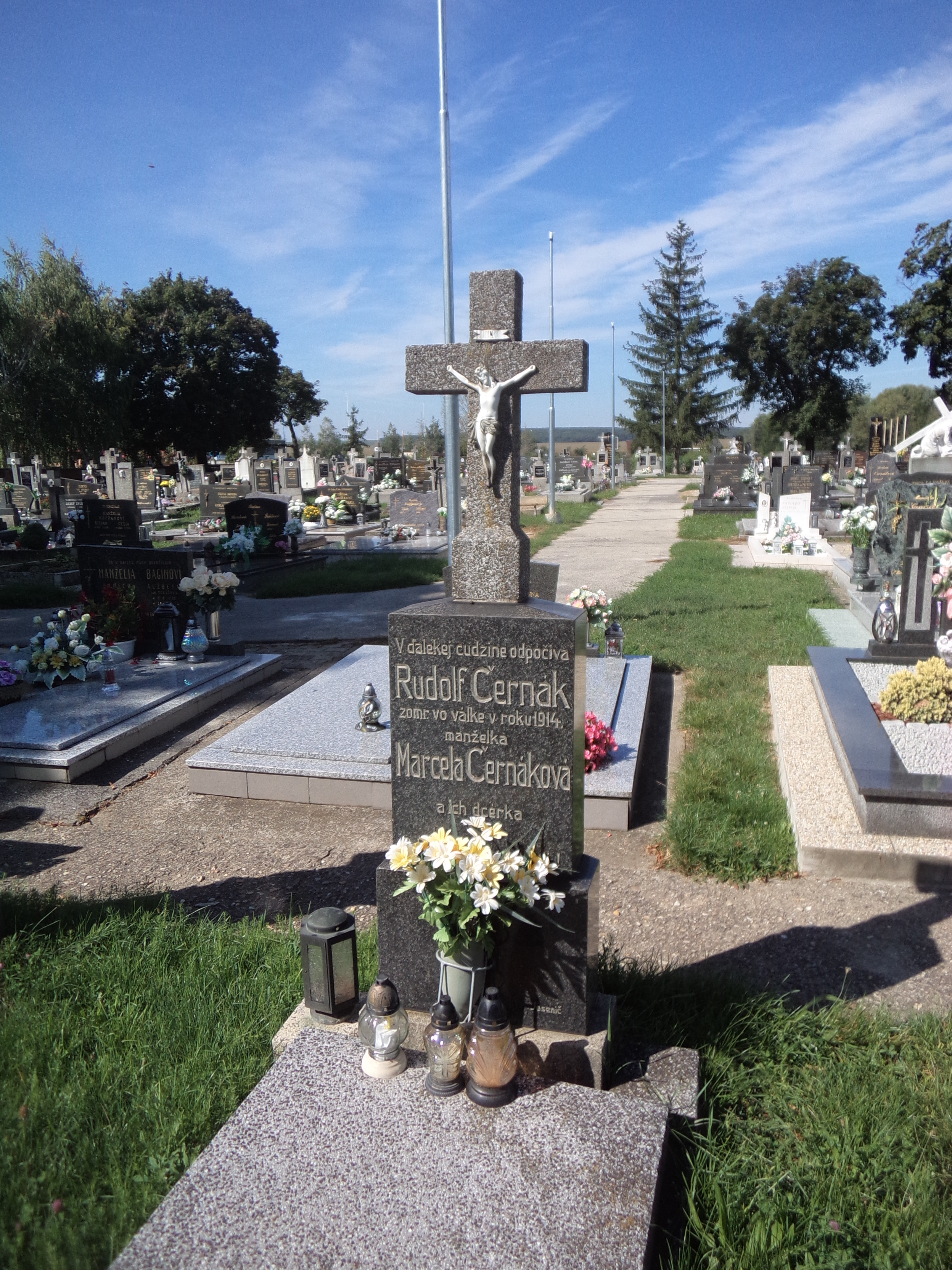

##### Helemba

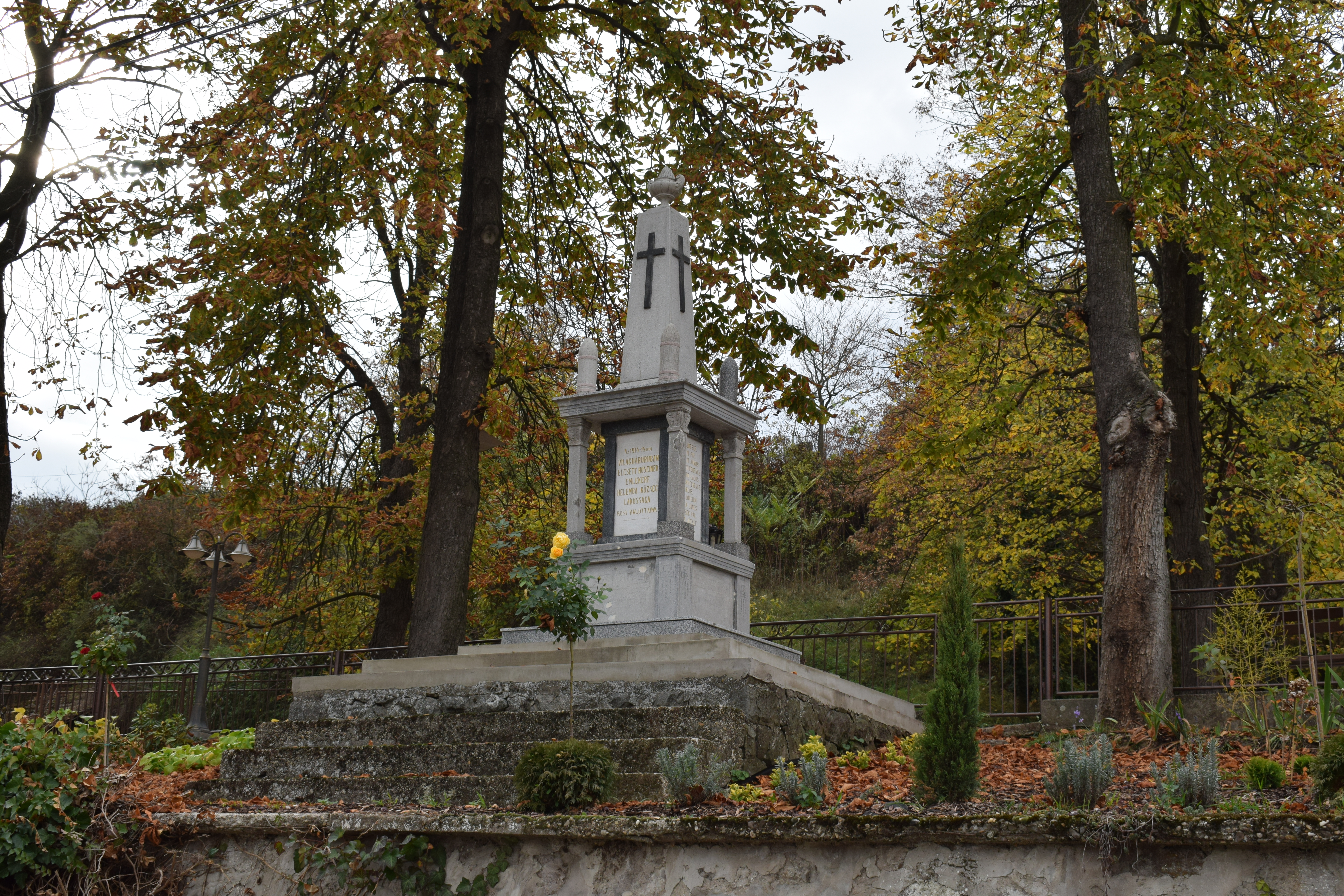
Első világháborús emlékmű

##### Jászfalu

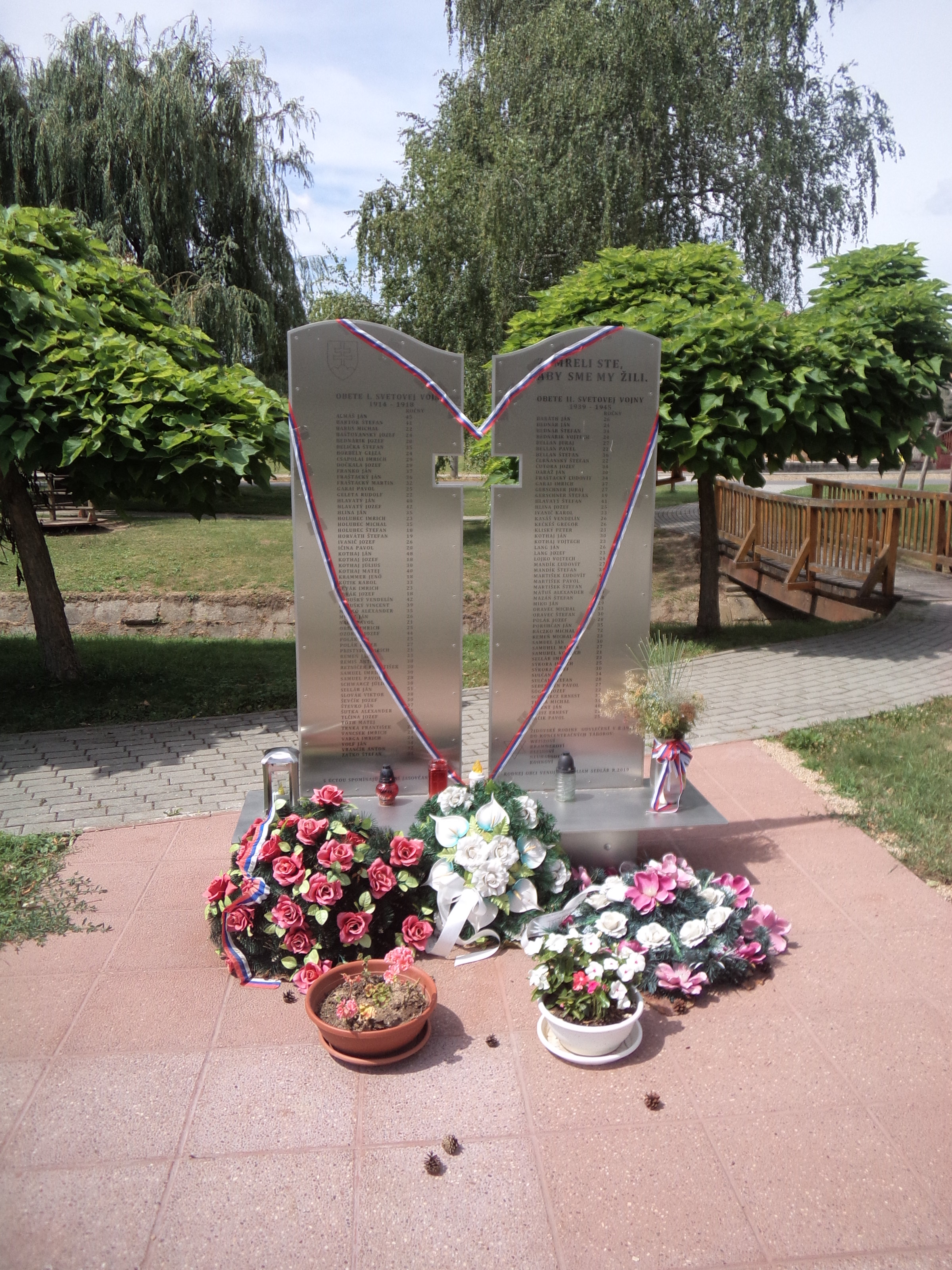
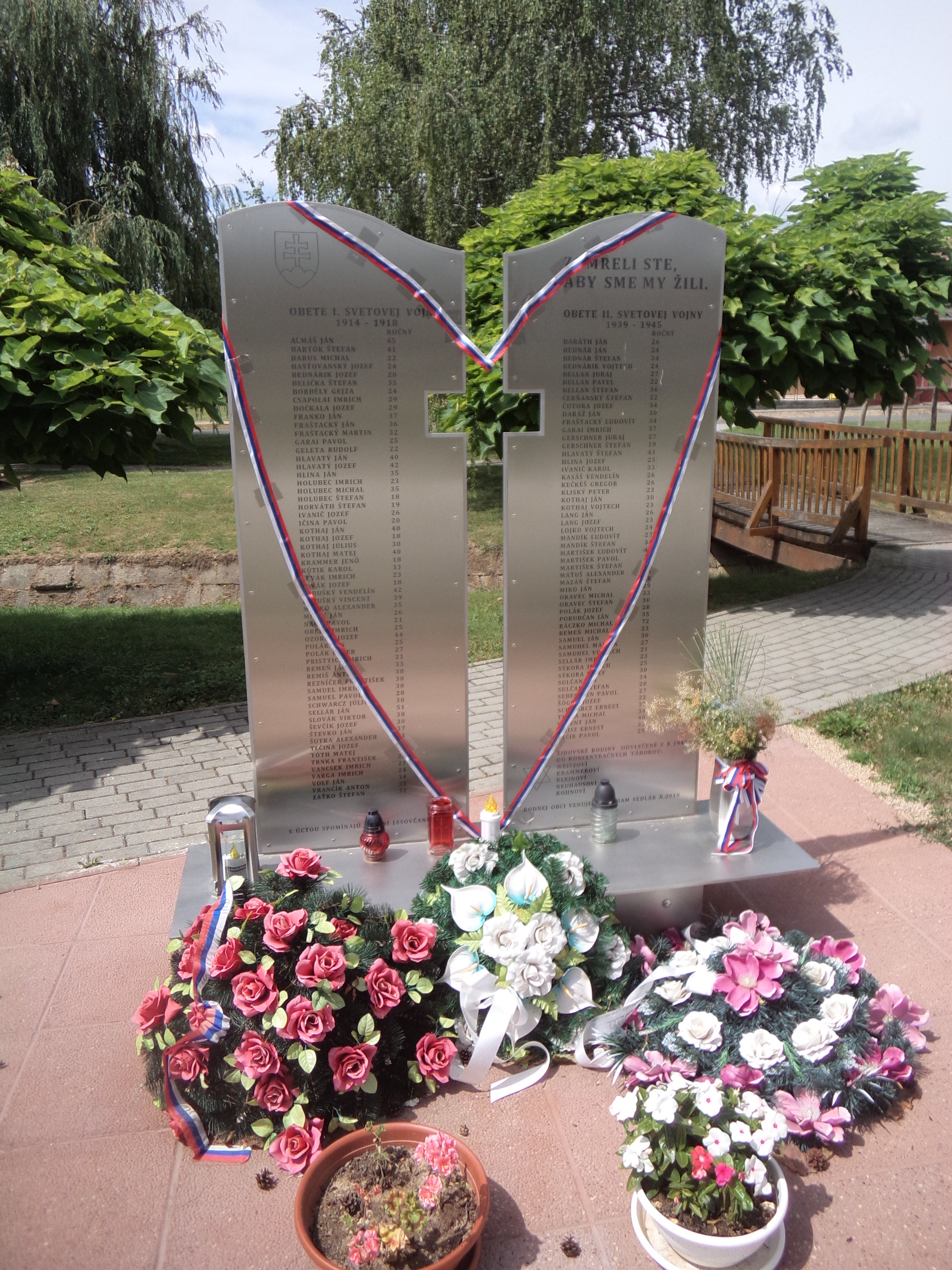

##### Kamocsa

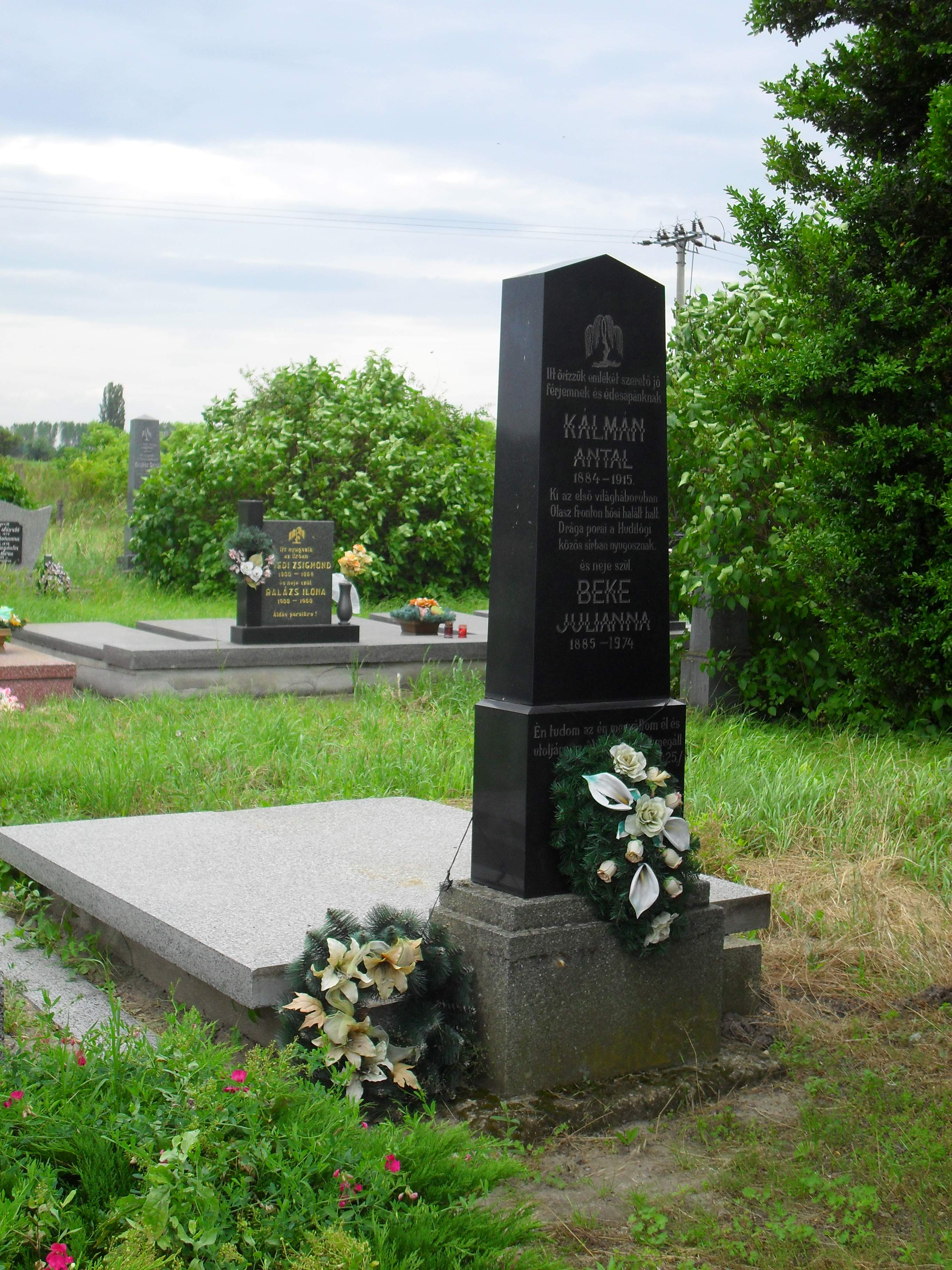
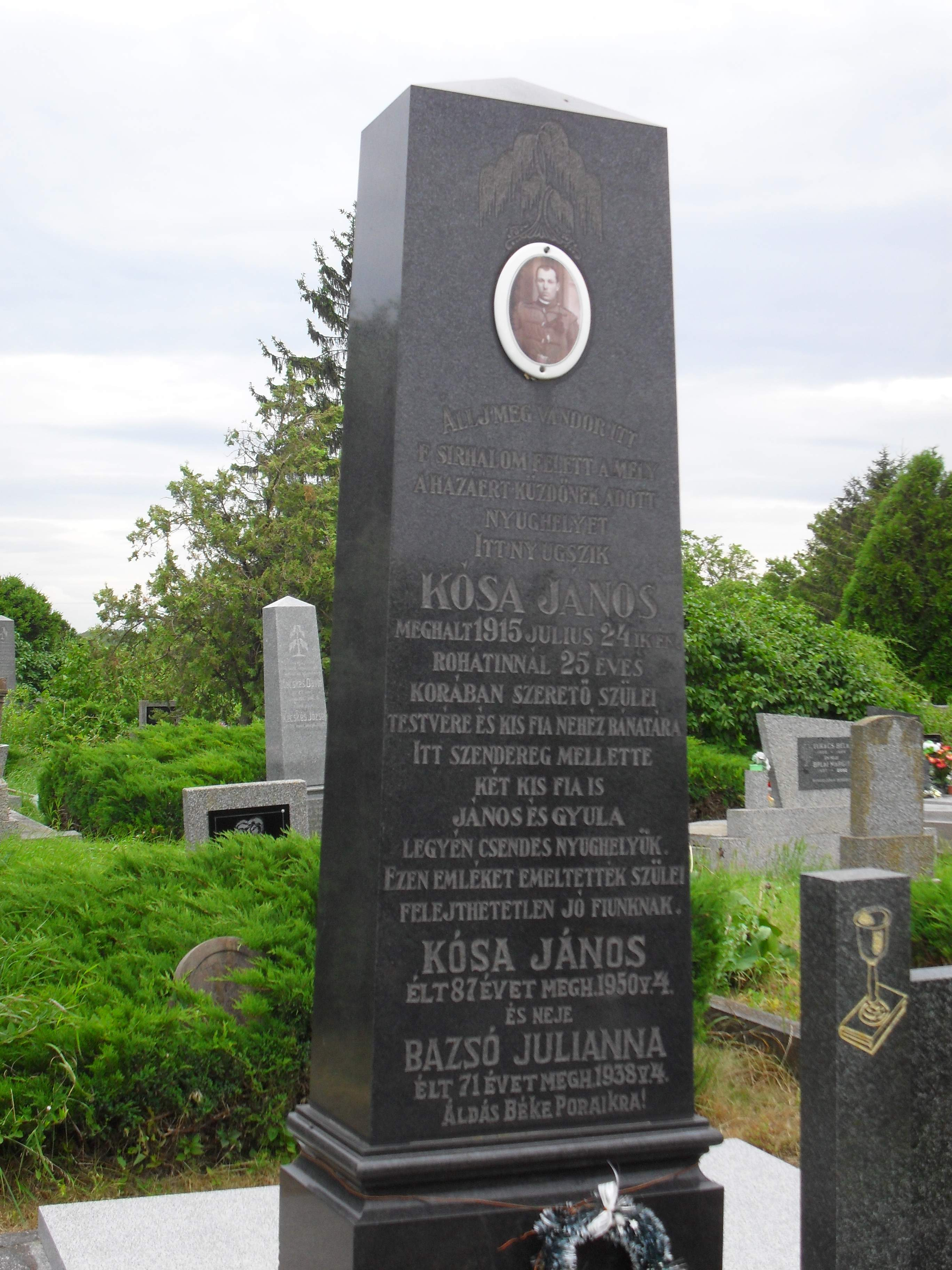
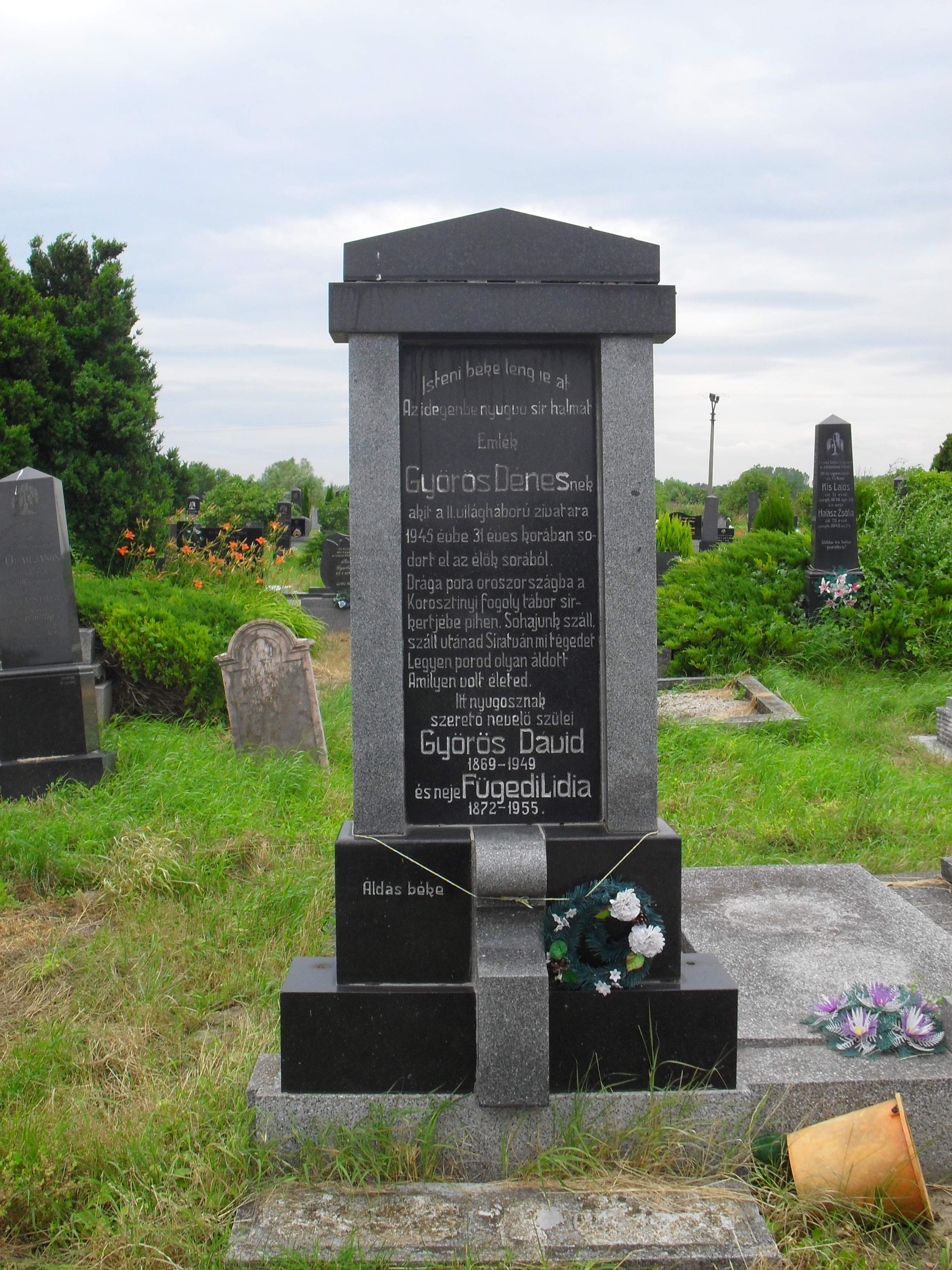
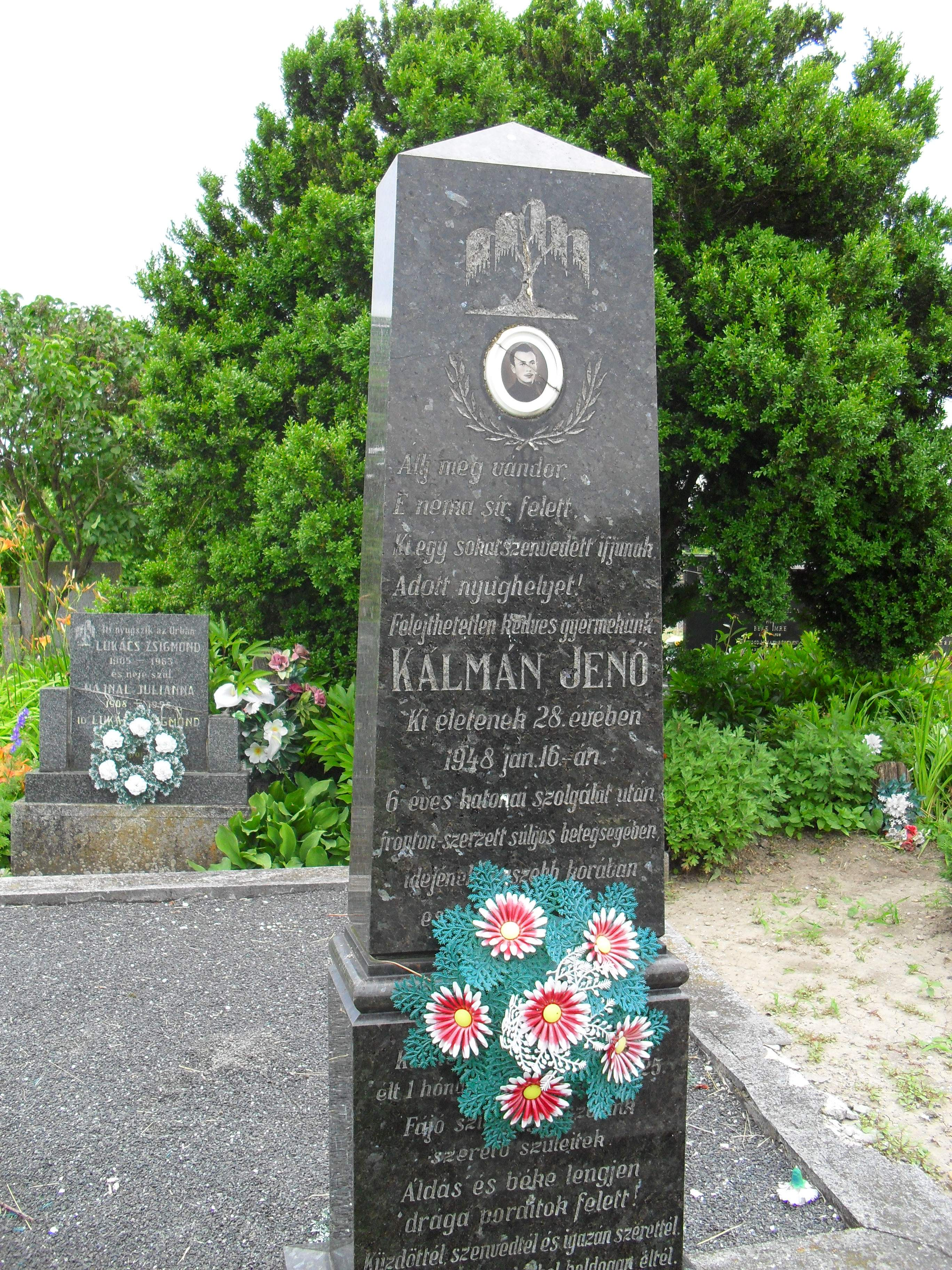

##### Kéménd

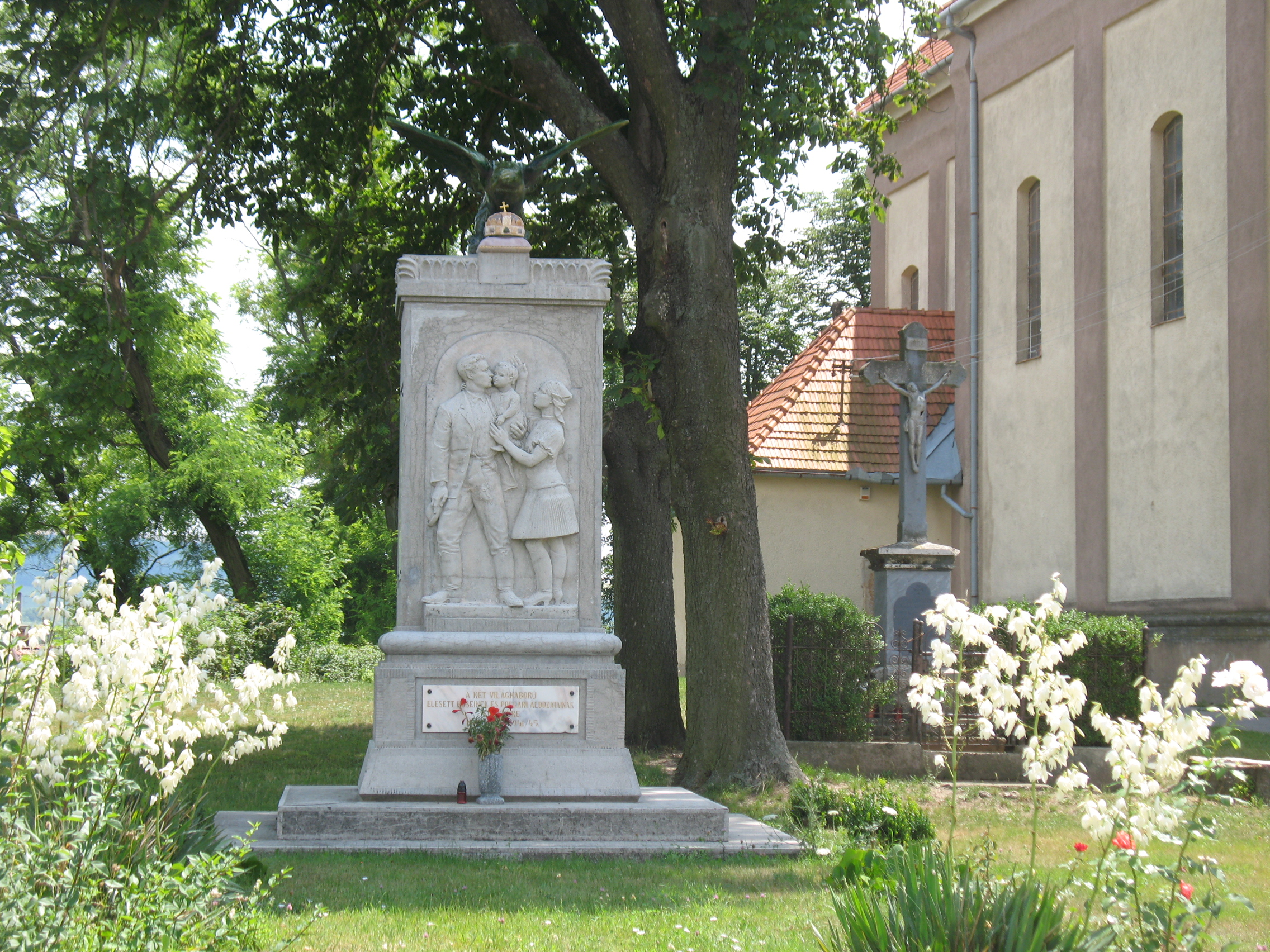
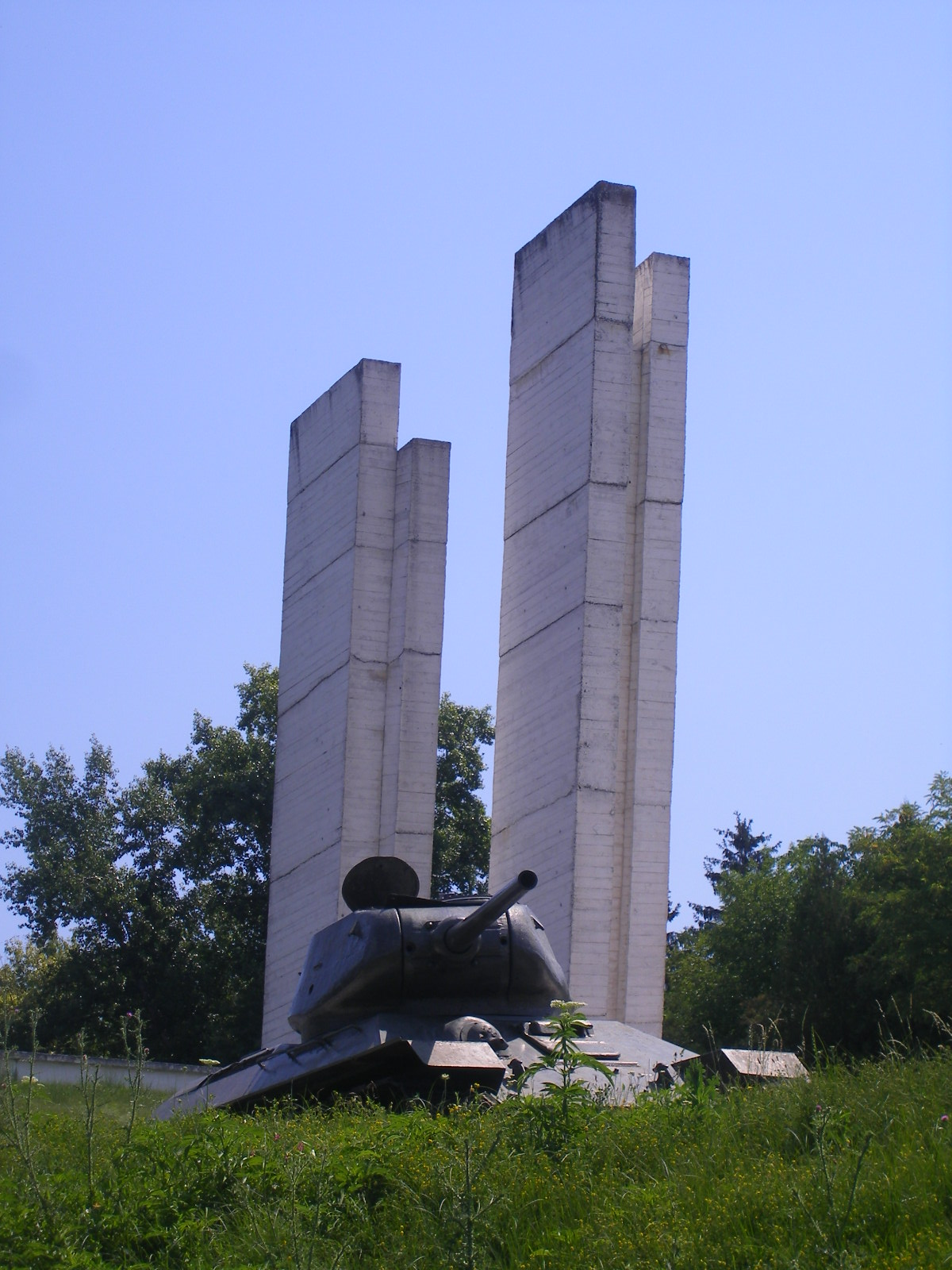

##### Kicsind

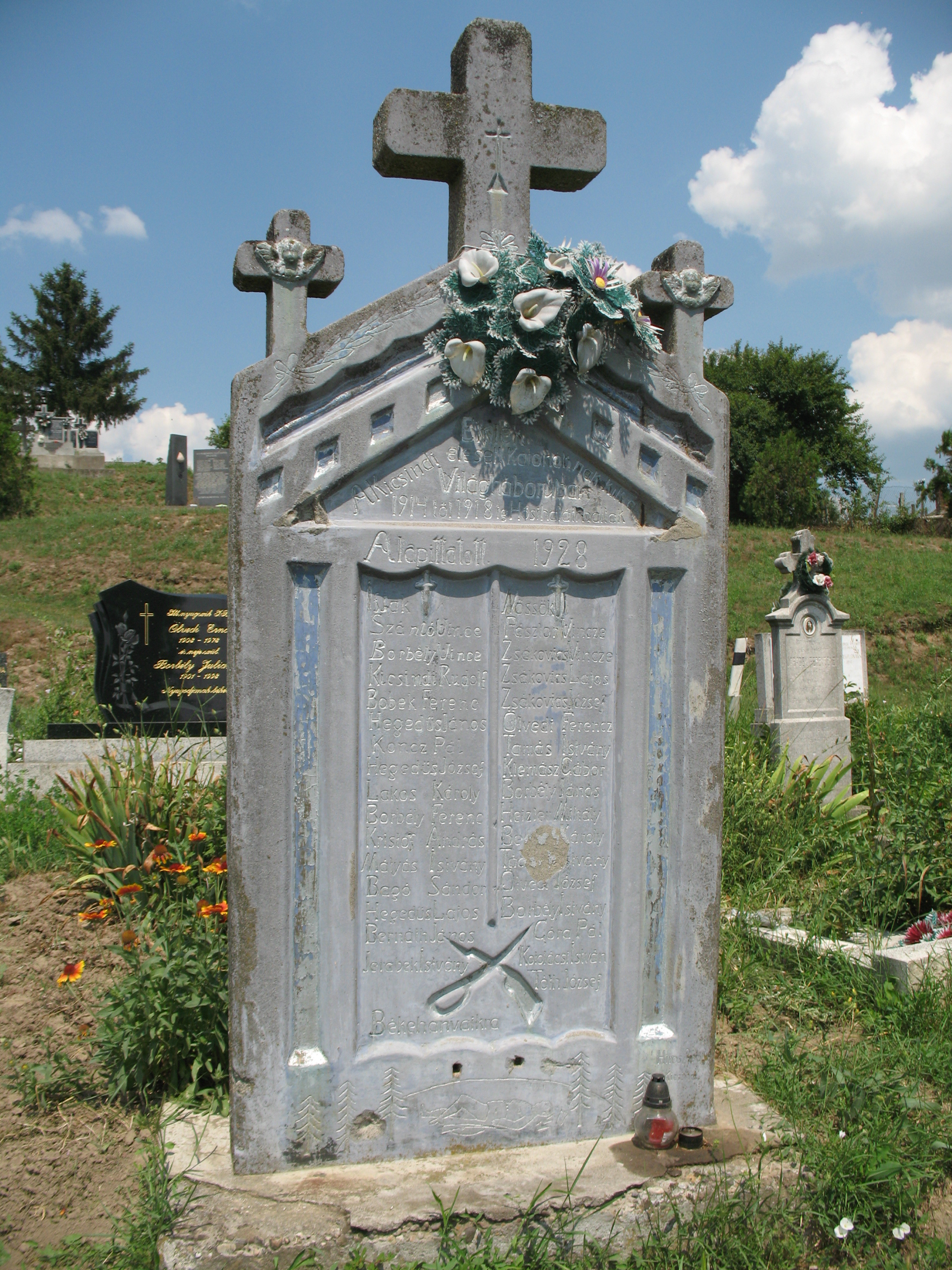

##### Kisbaromlak

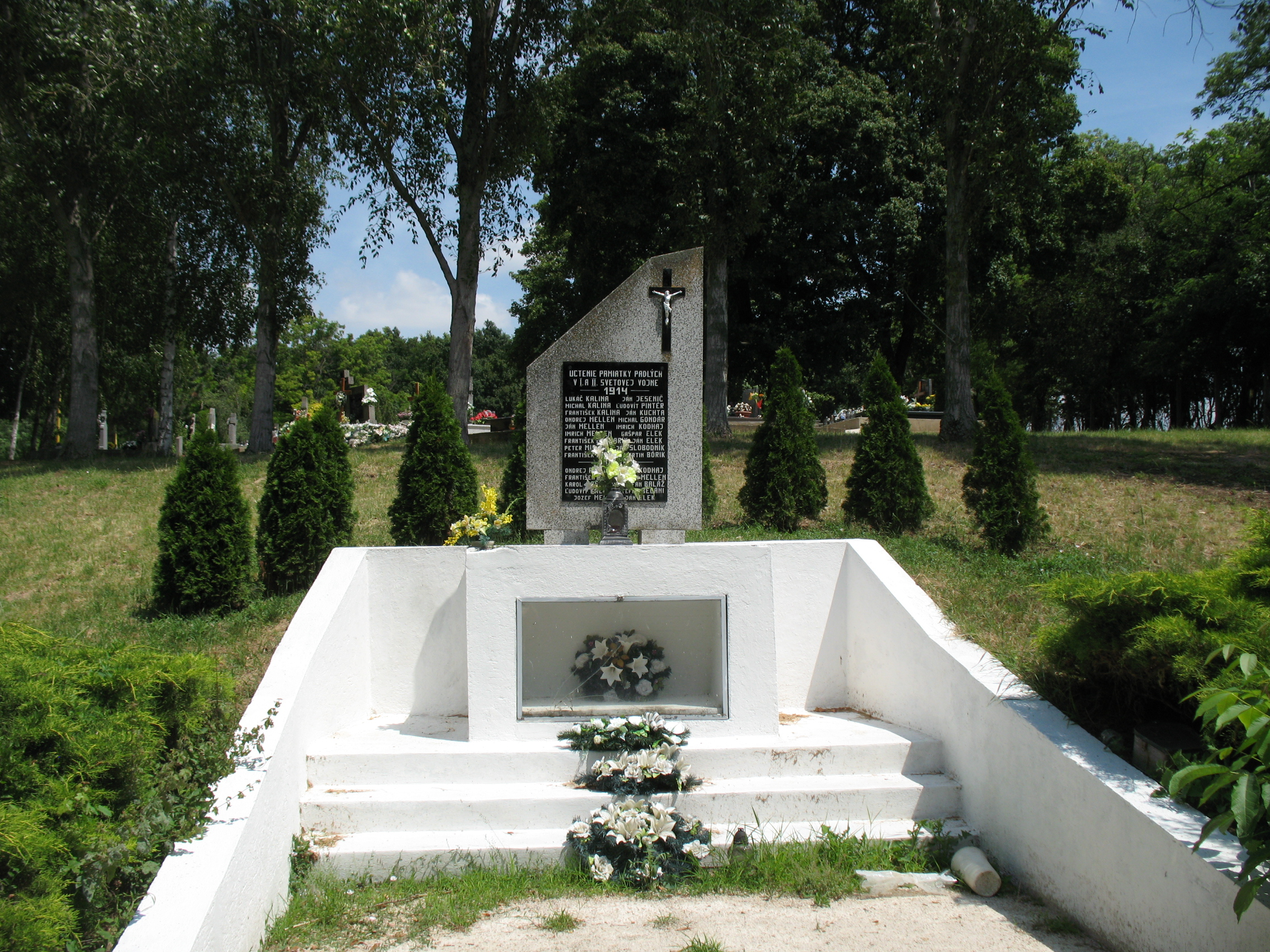

##### Kismánya

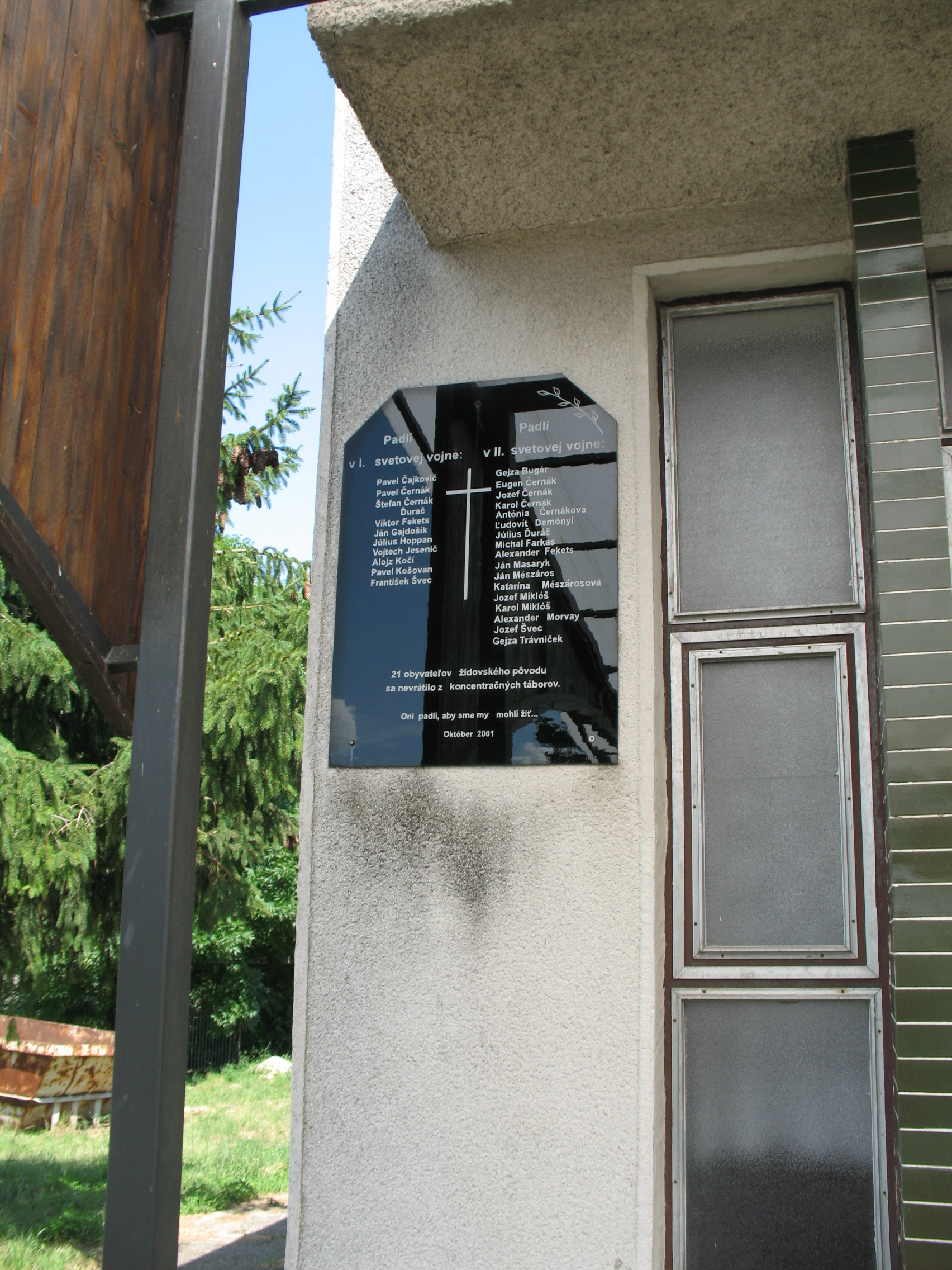

##### Komját

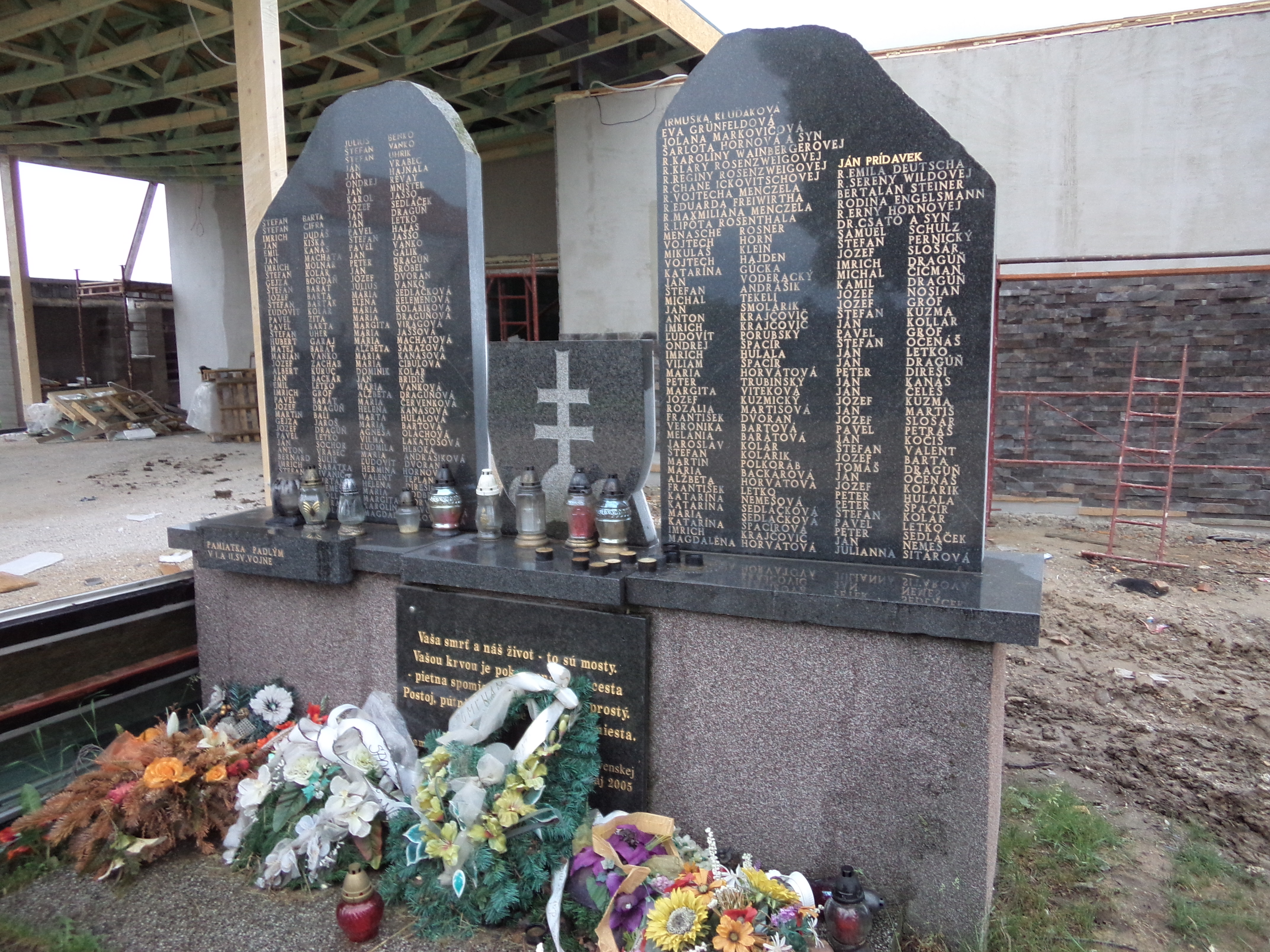

##### Köbölkút

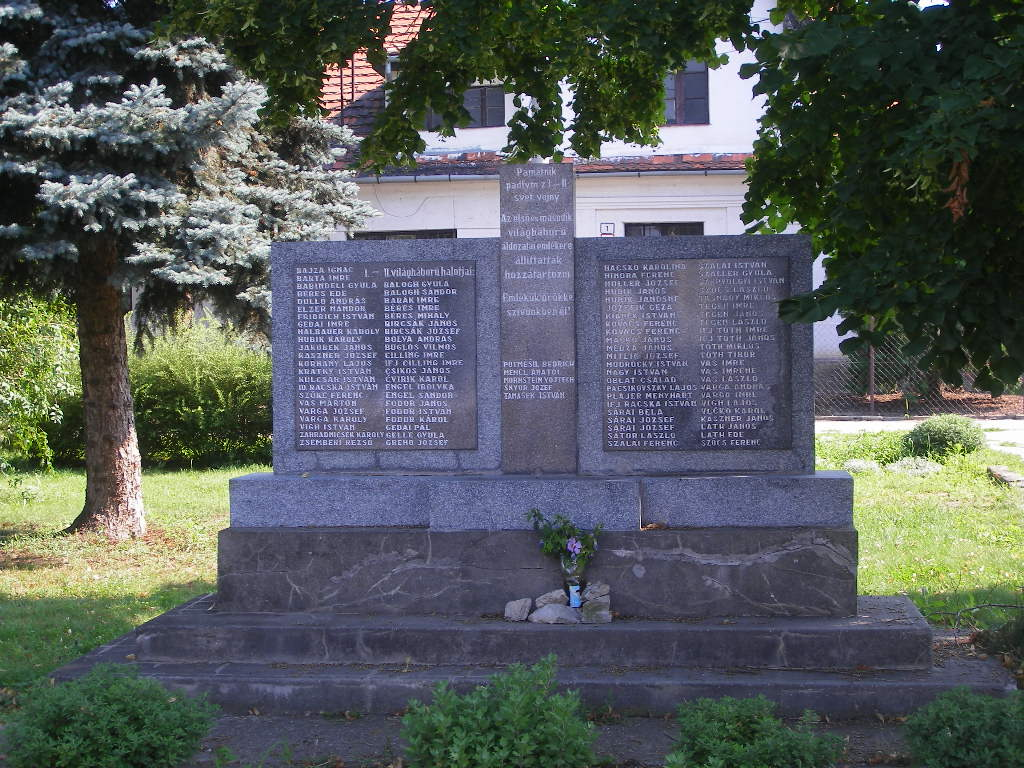

##### Kürt

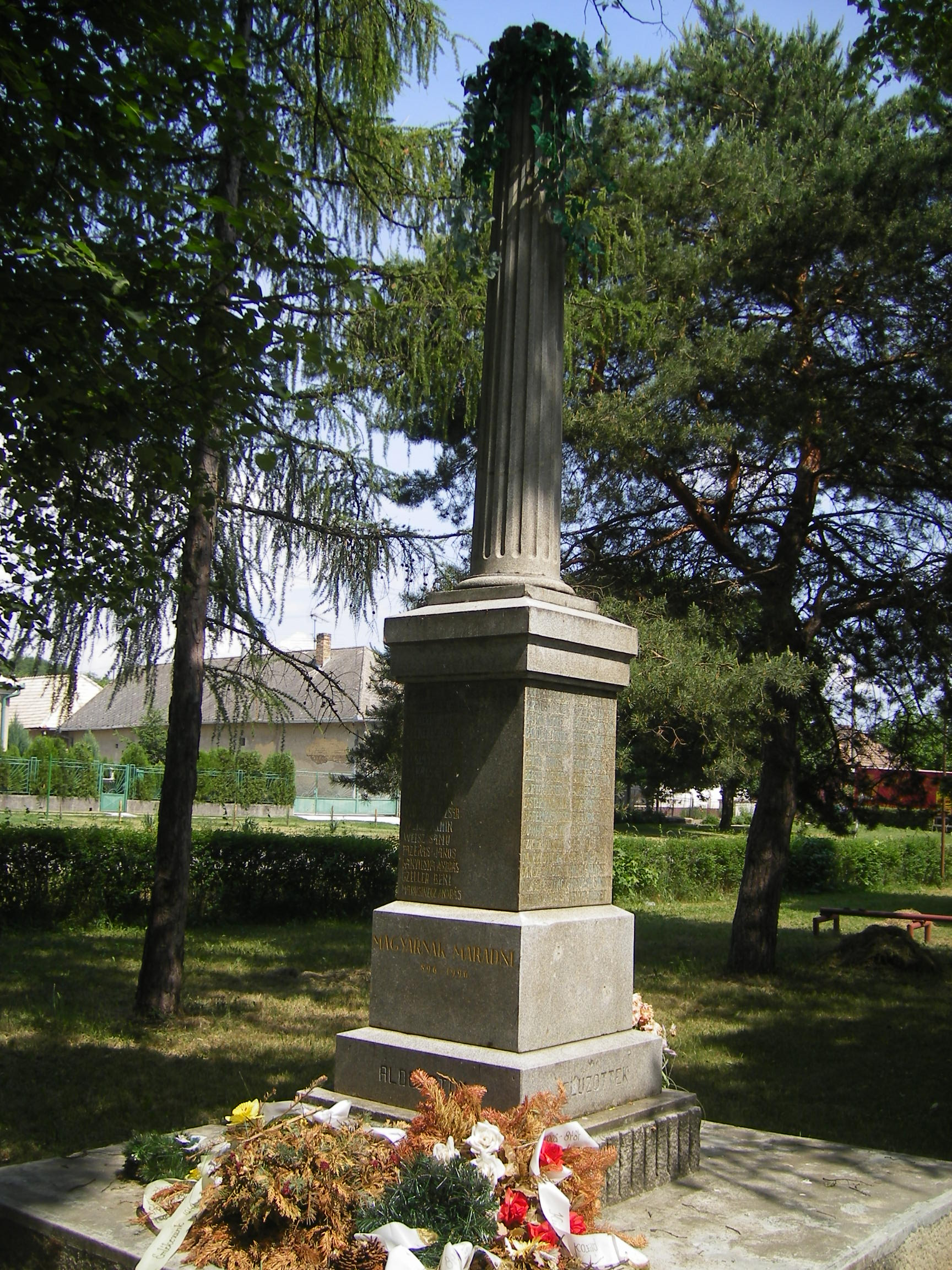
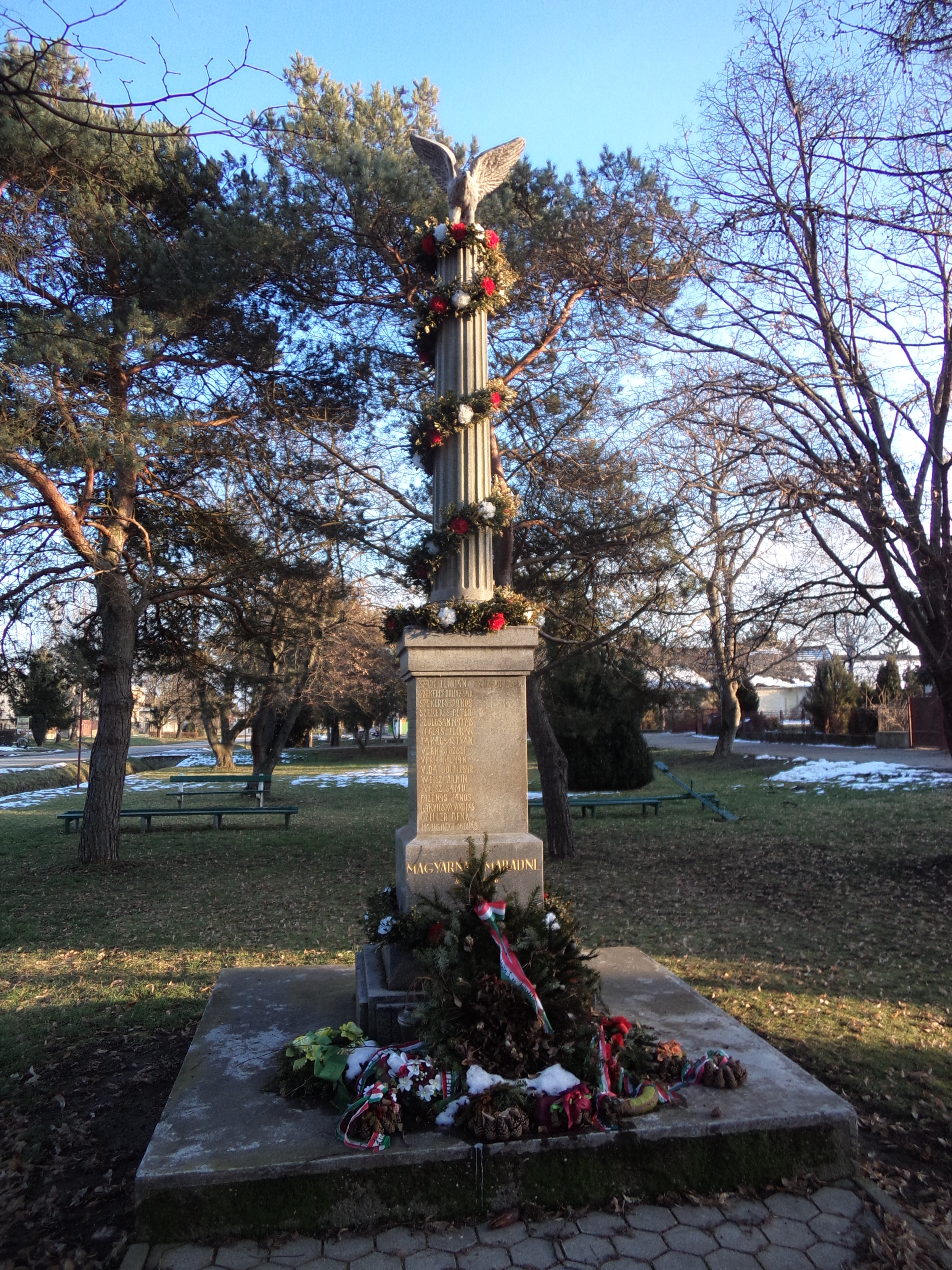

##### Mánya-Kismánya

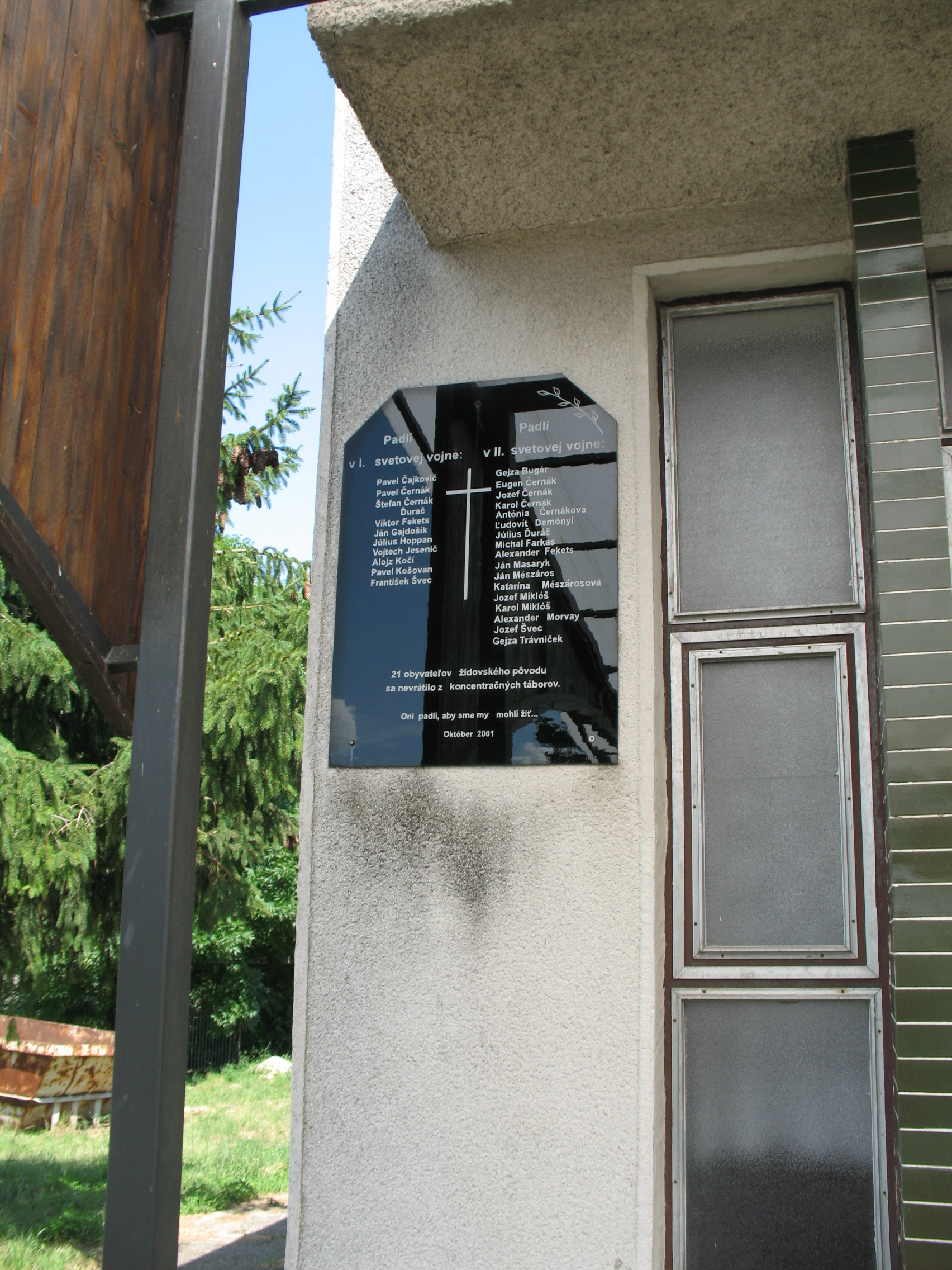

##### Muzsla

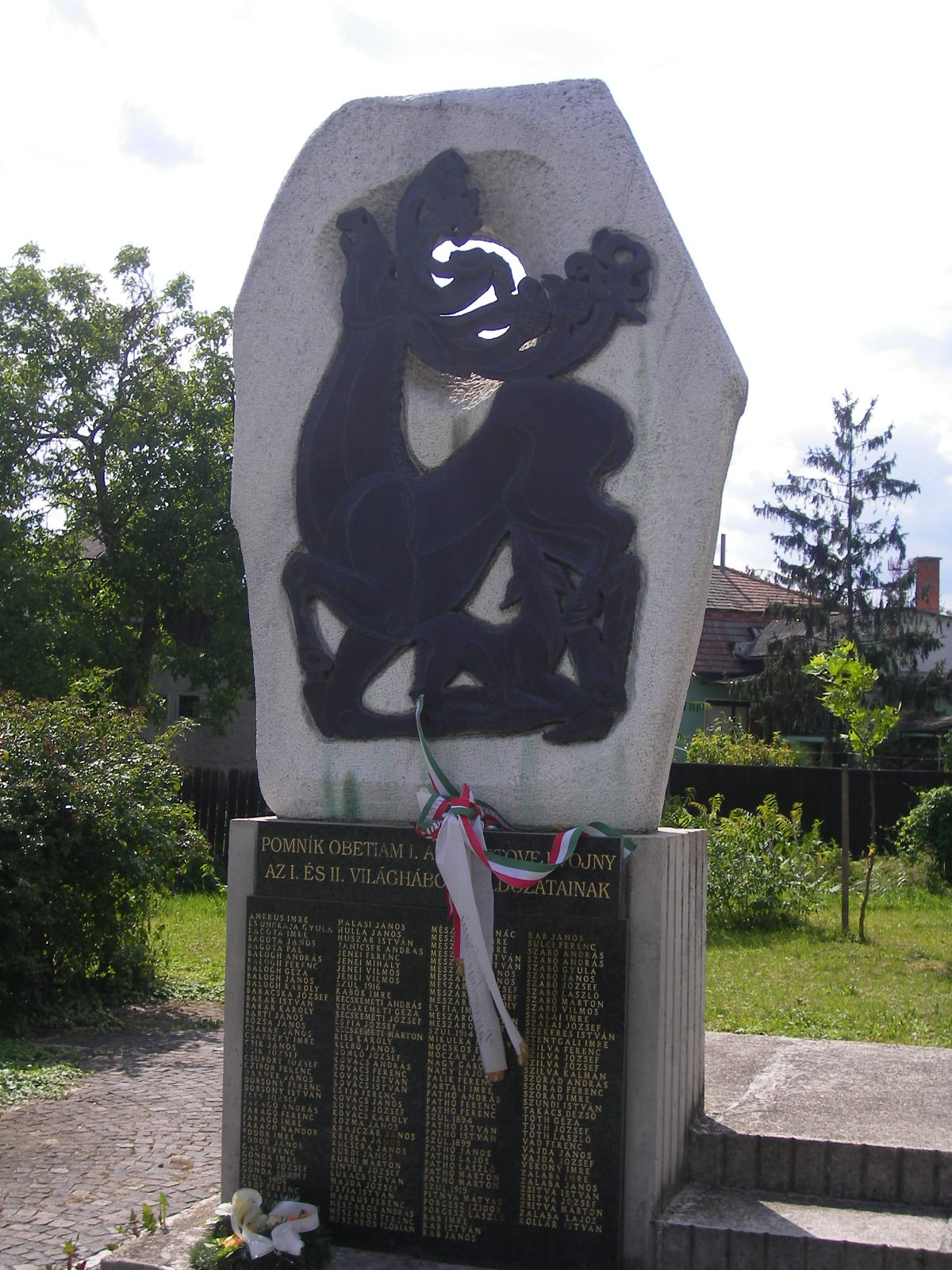

##### Nána

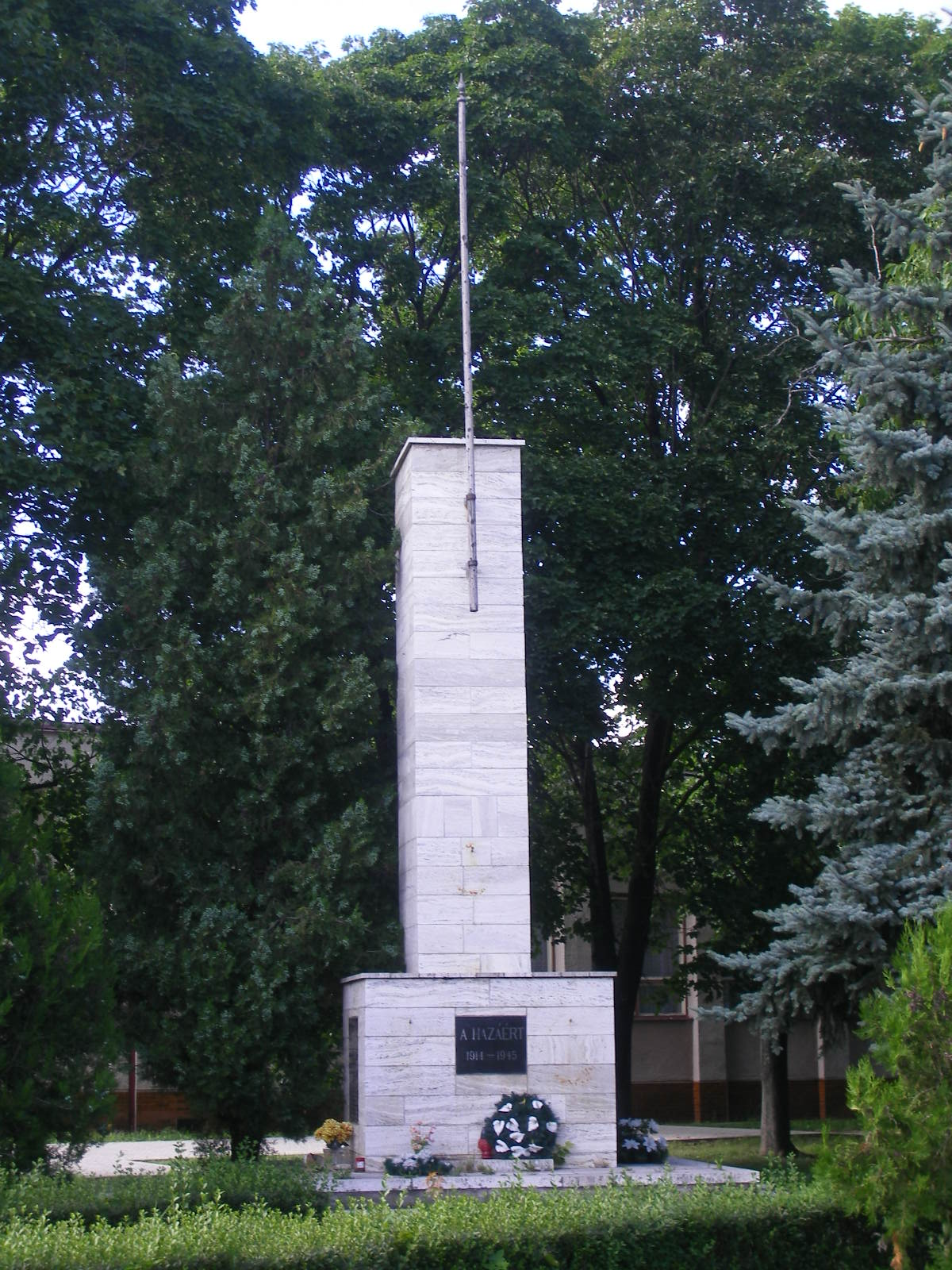

##### Nyitranagykér

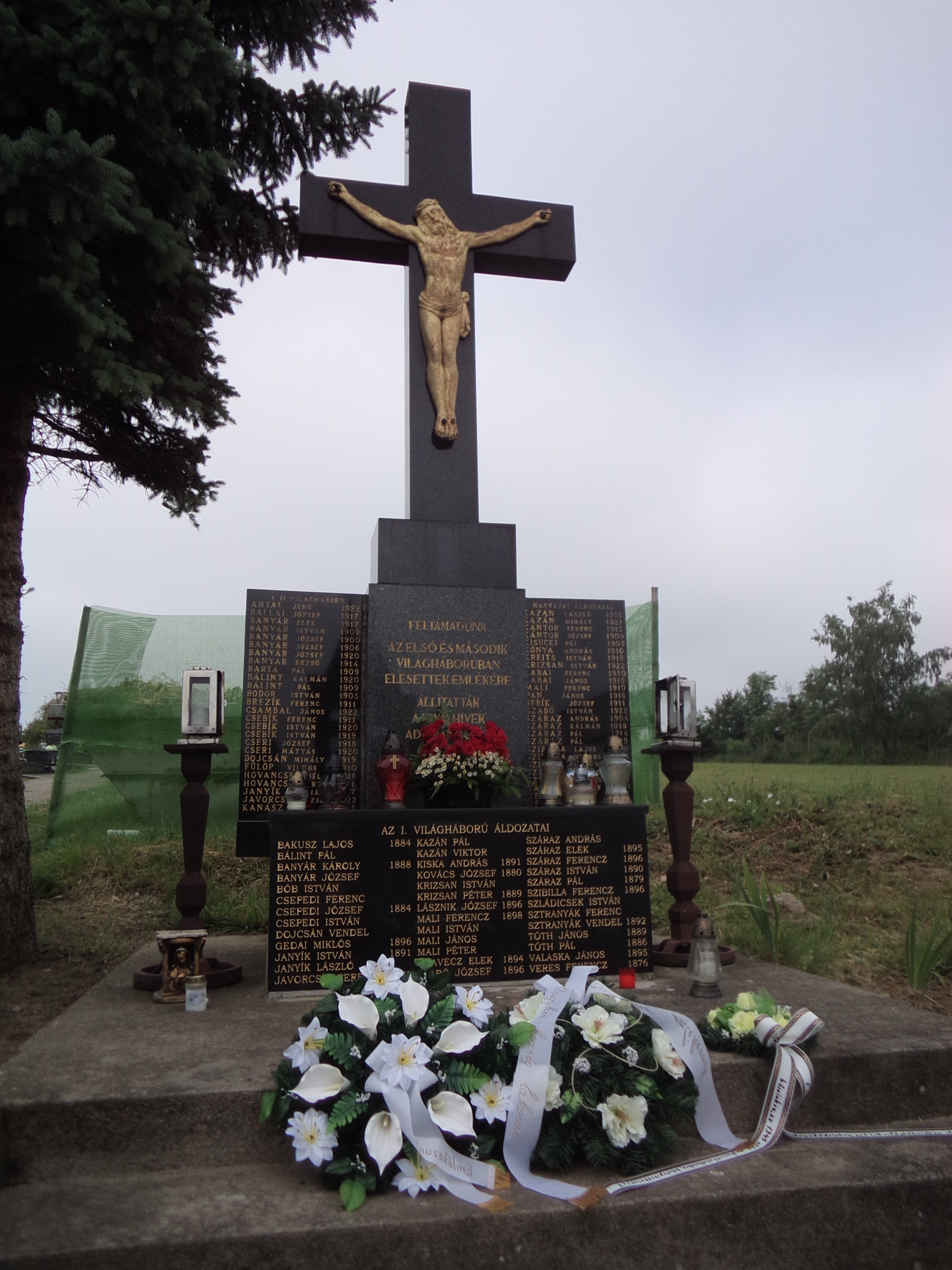
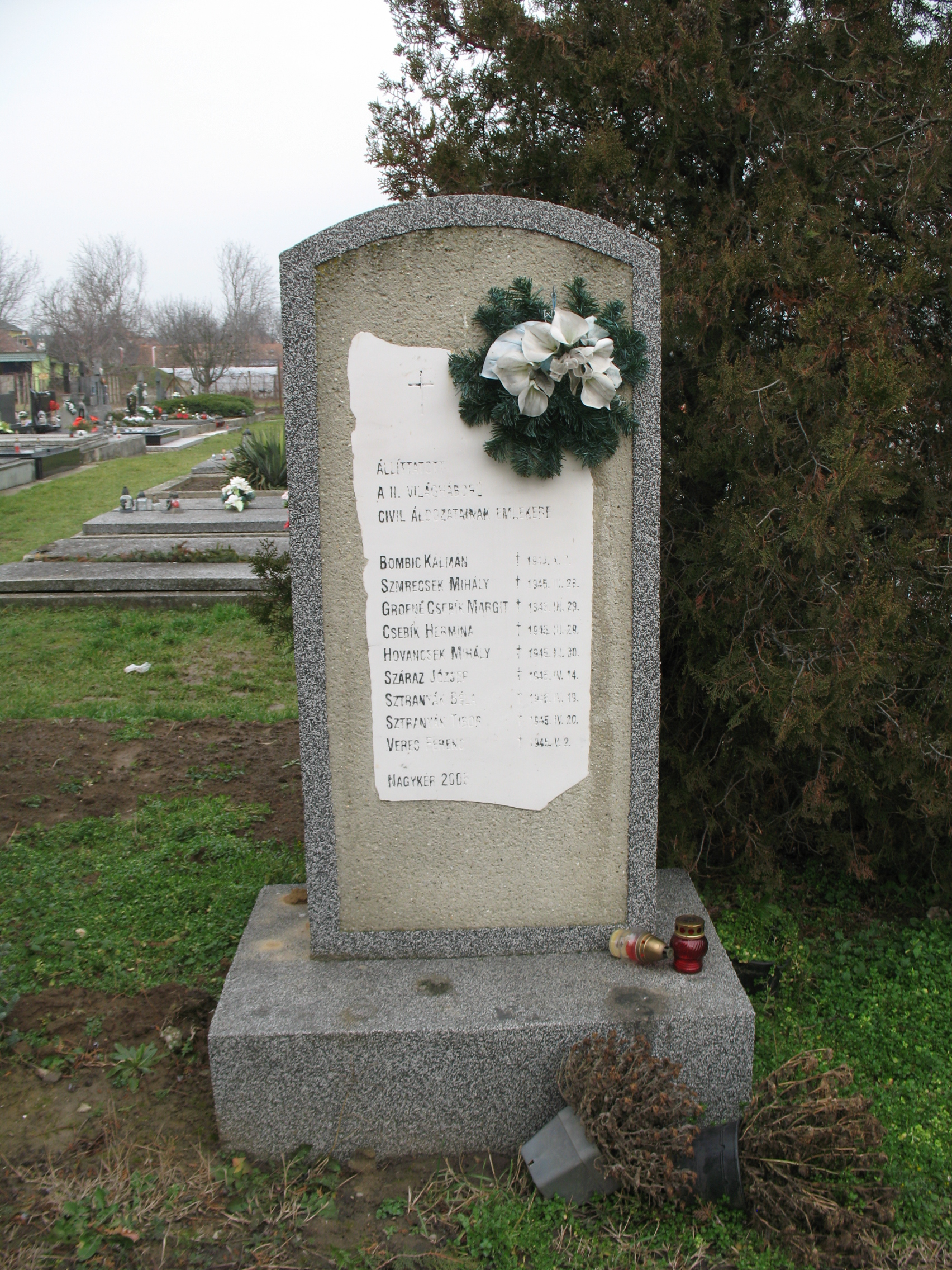

##### Ohaj

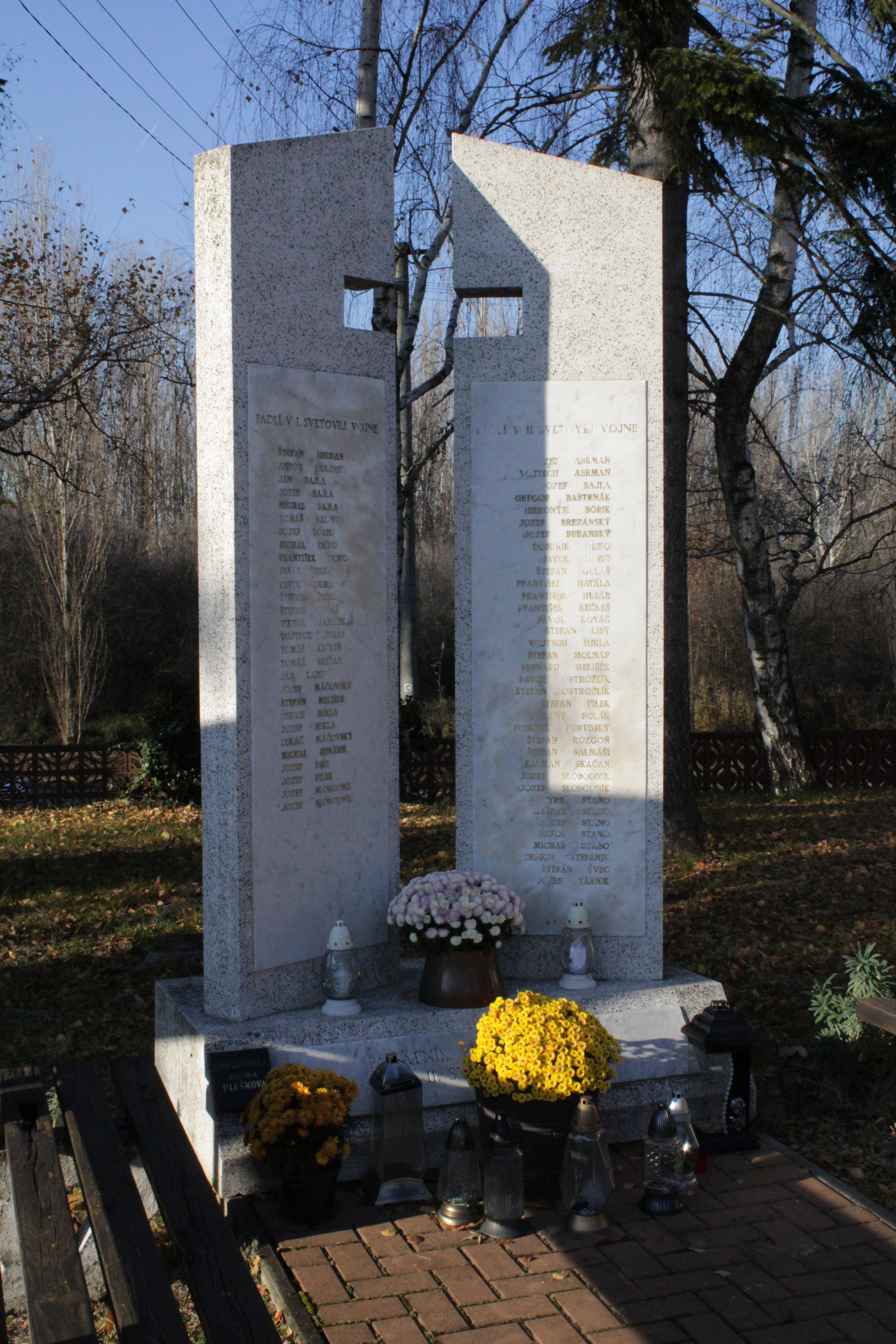

##### Özdöge

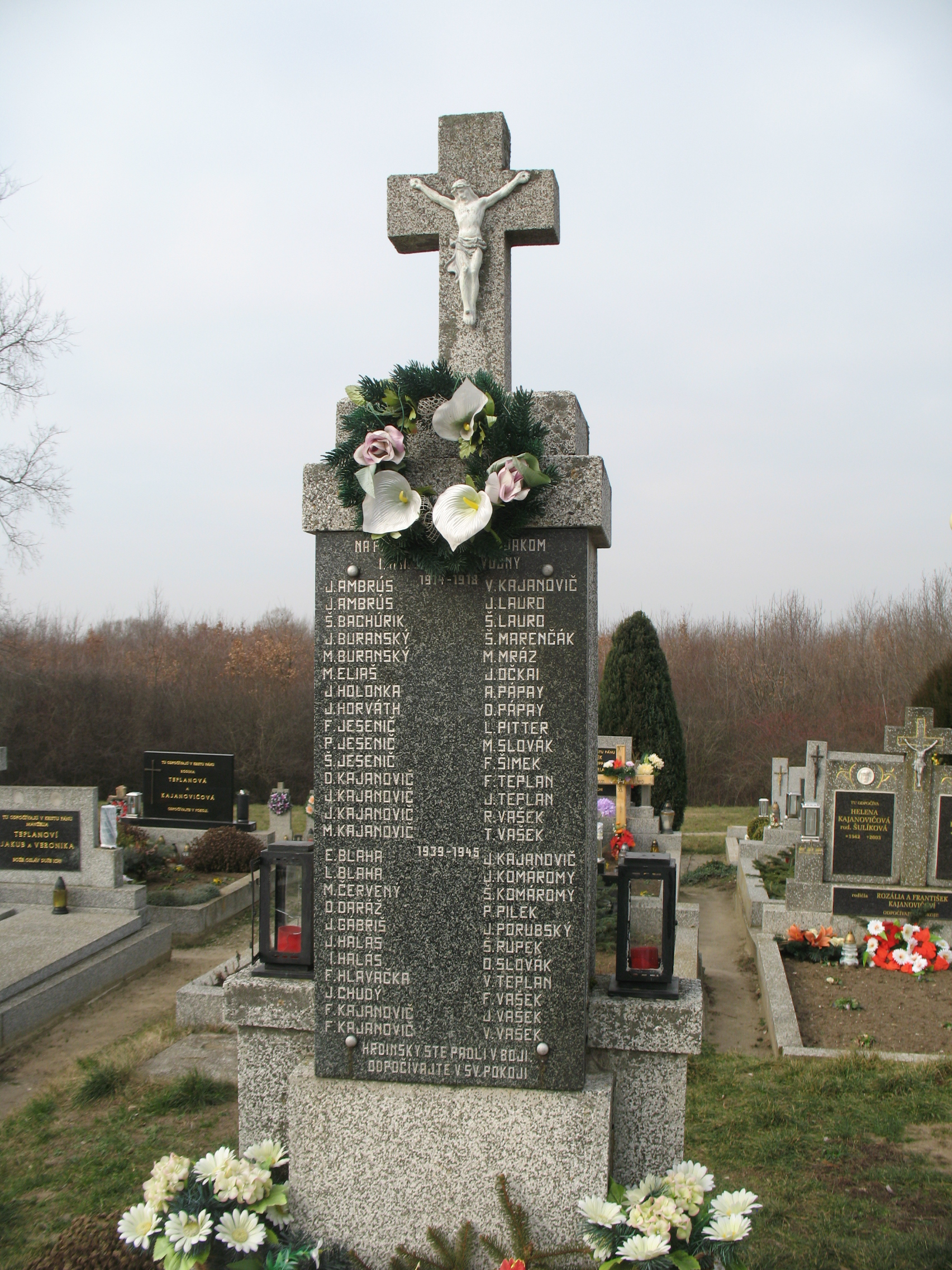

##### Párkány

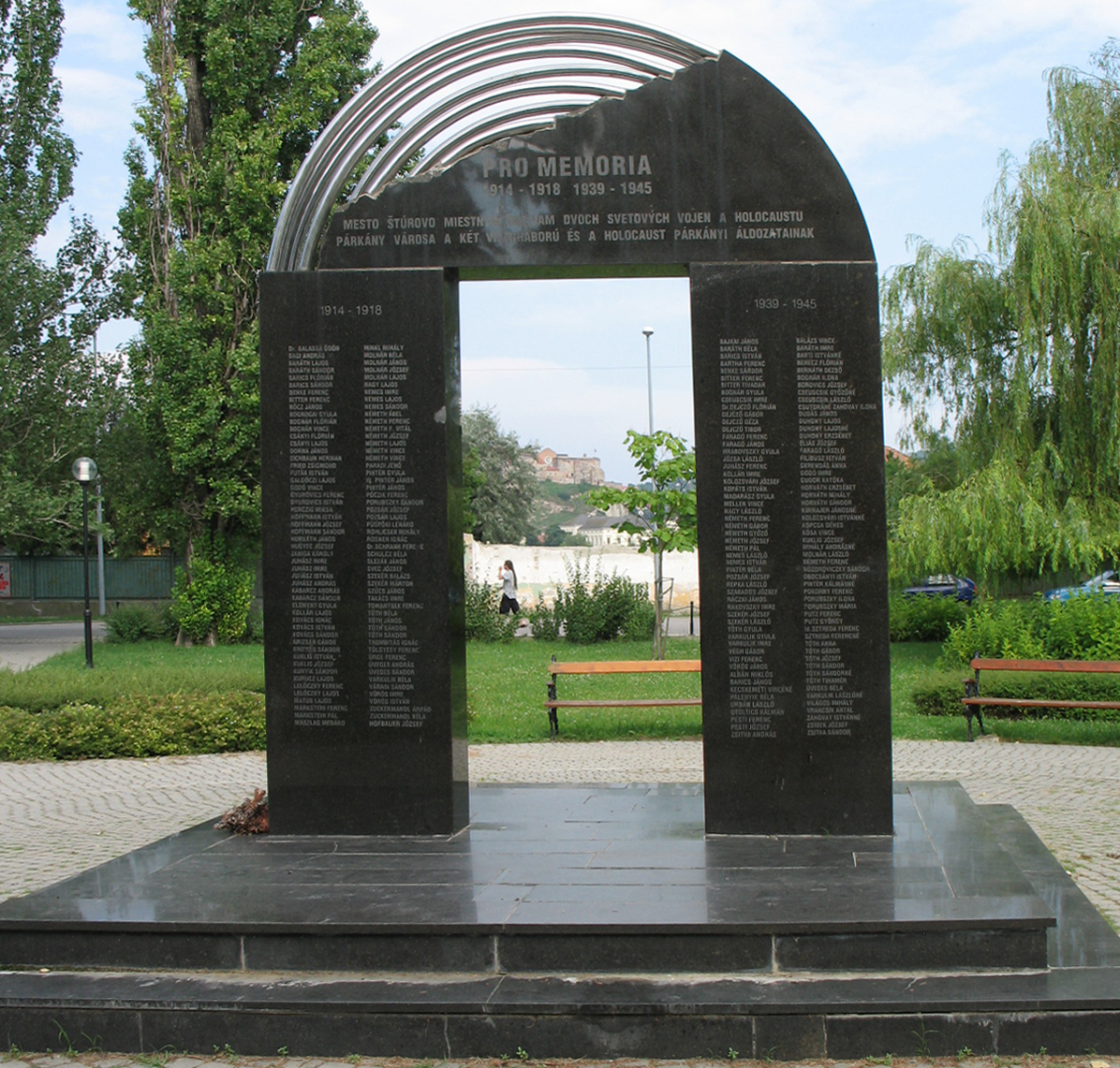

##### Tardoskedd

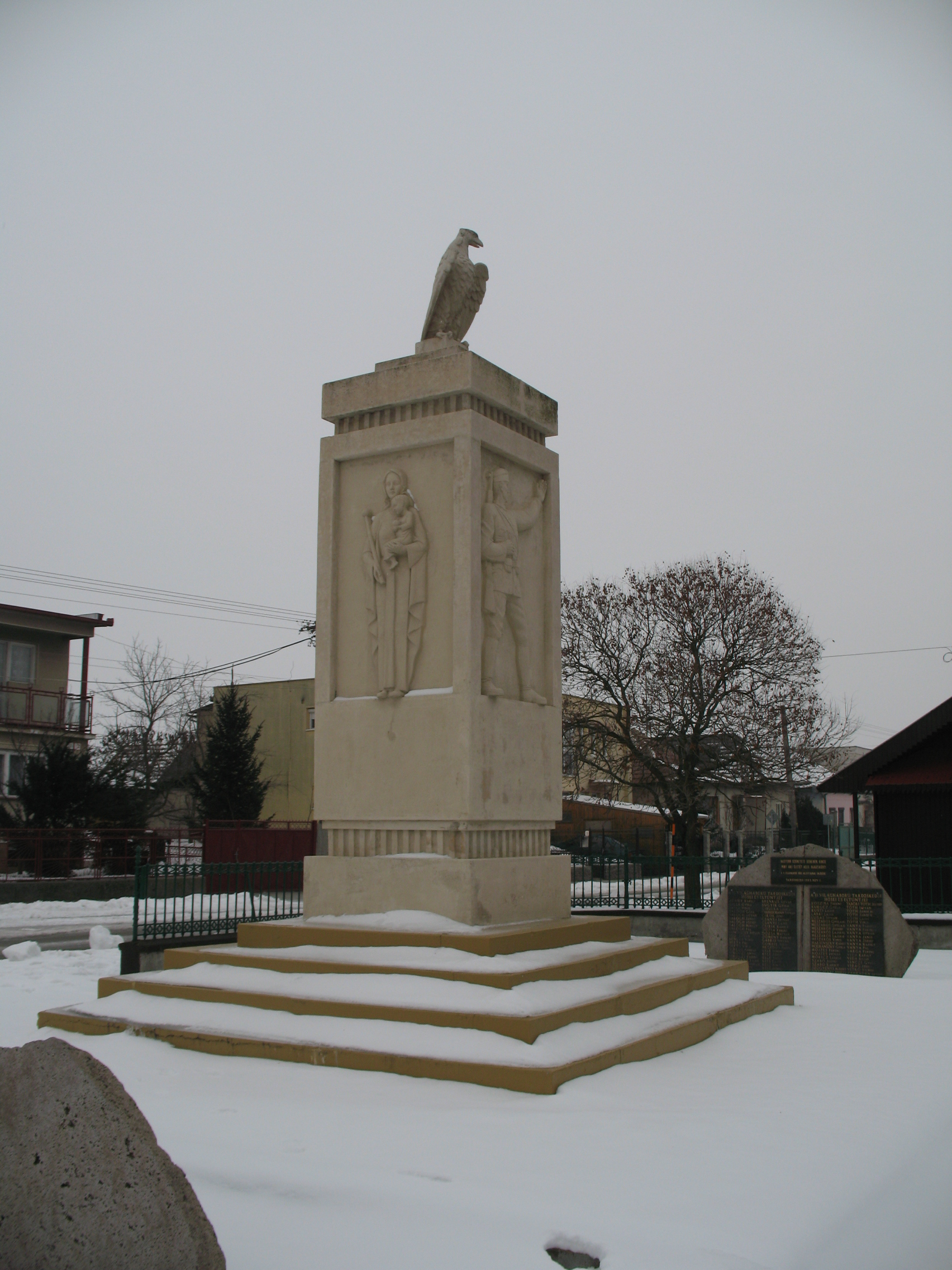
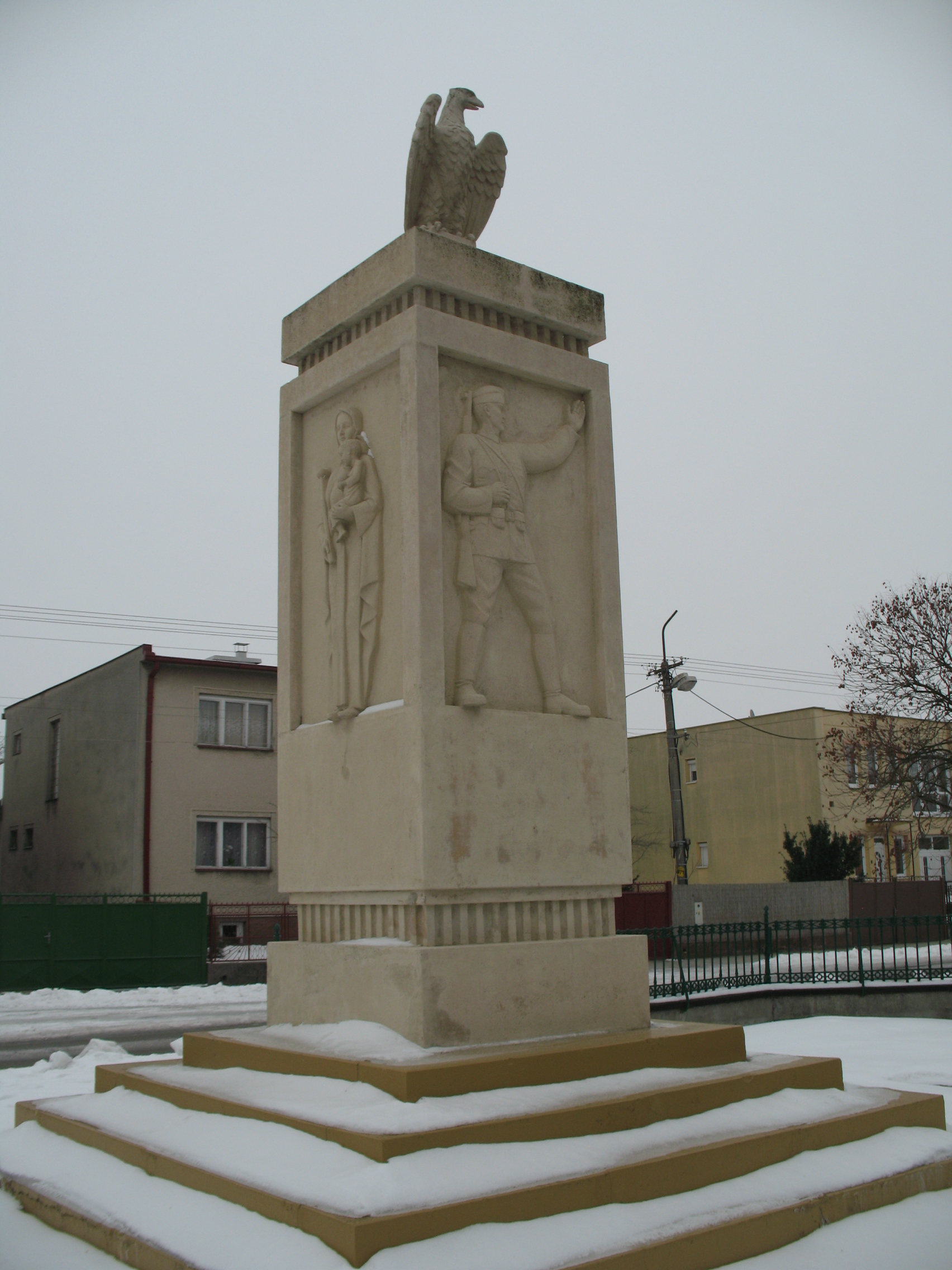

##### Udvard

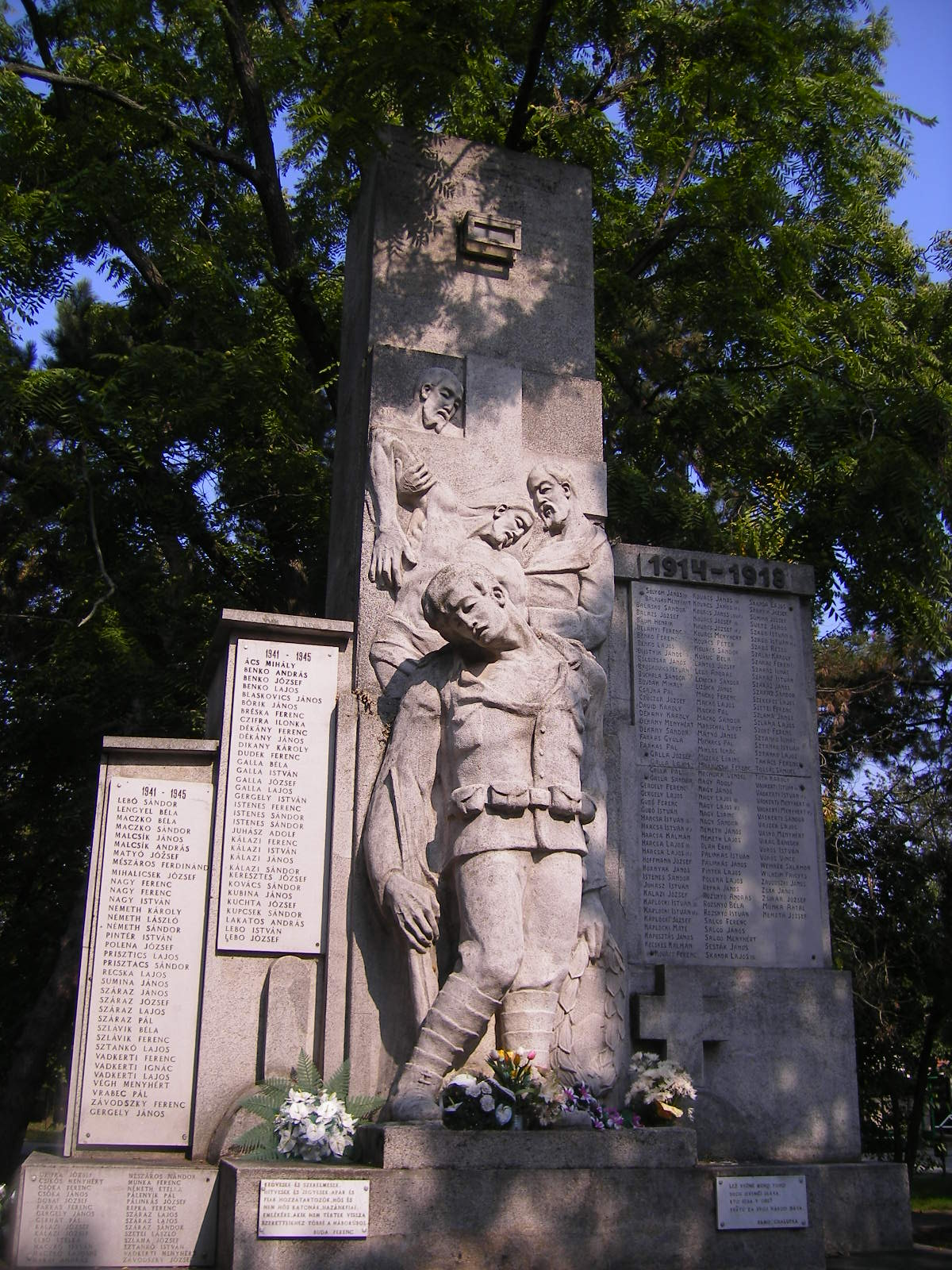
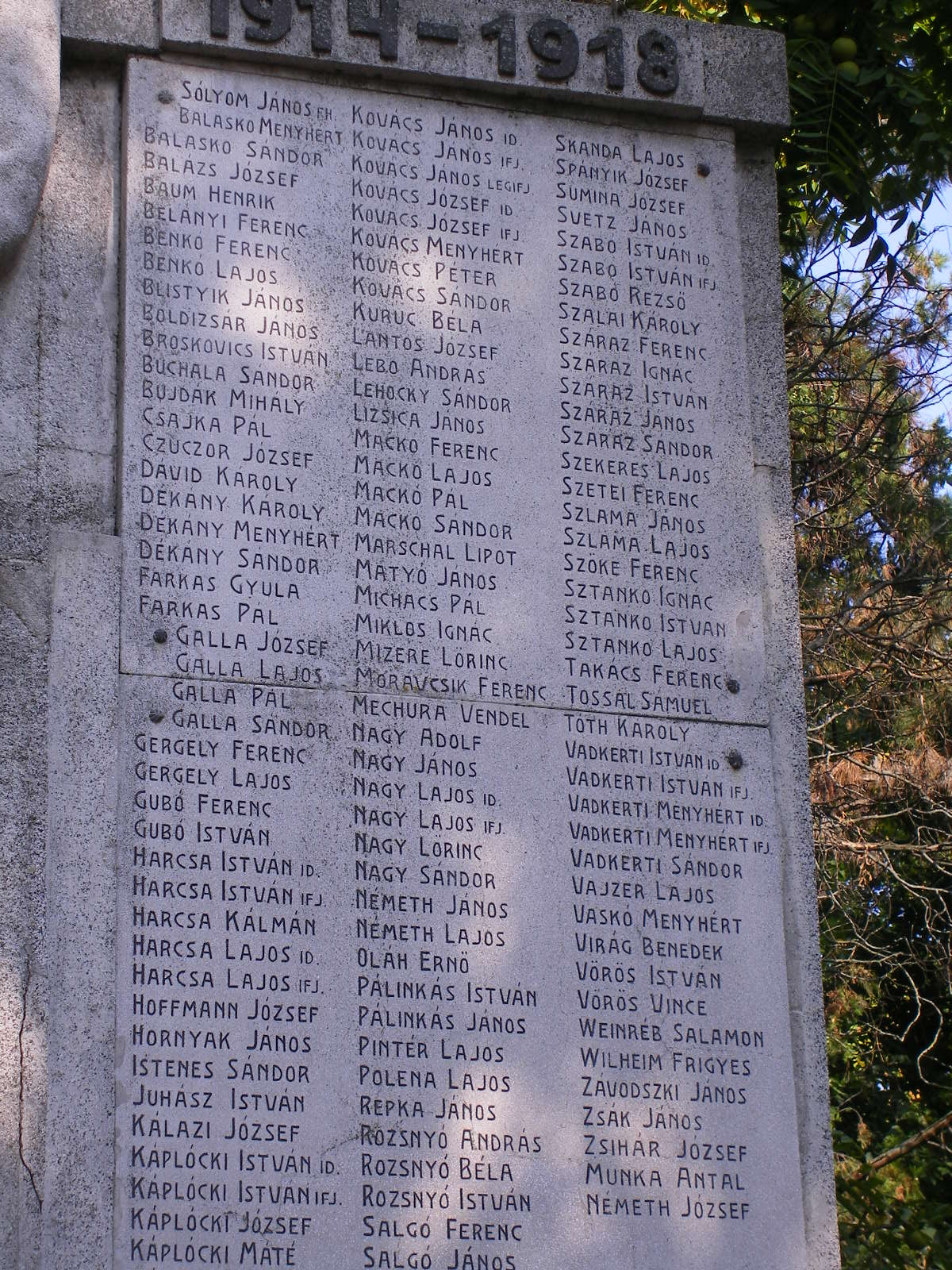

##### Zsitvafödémes

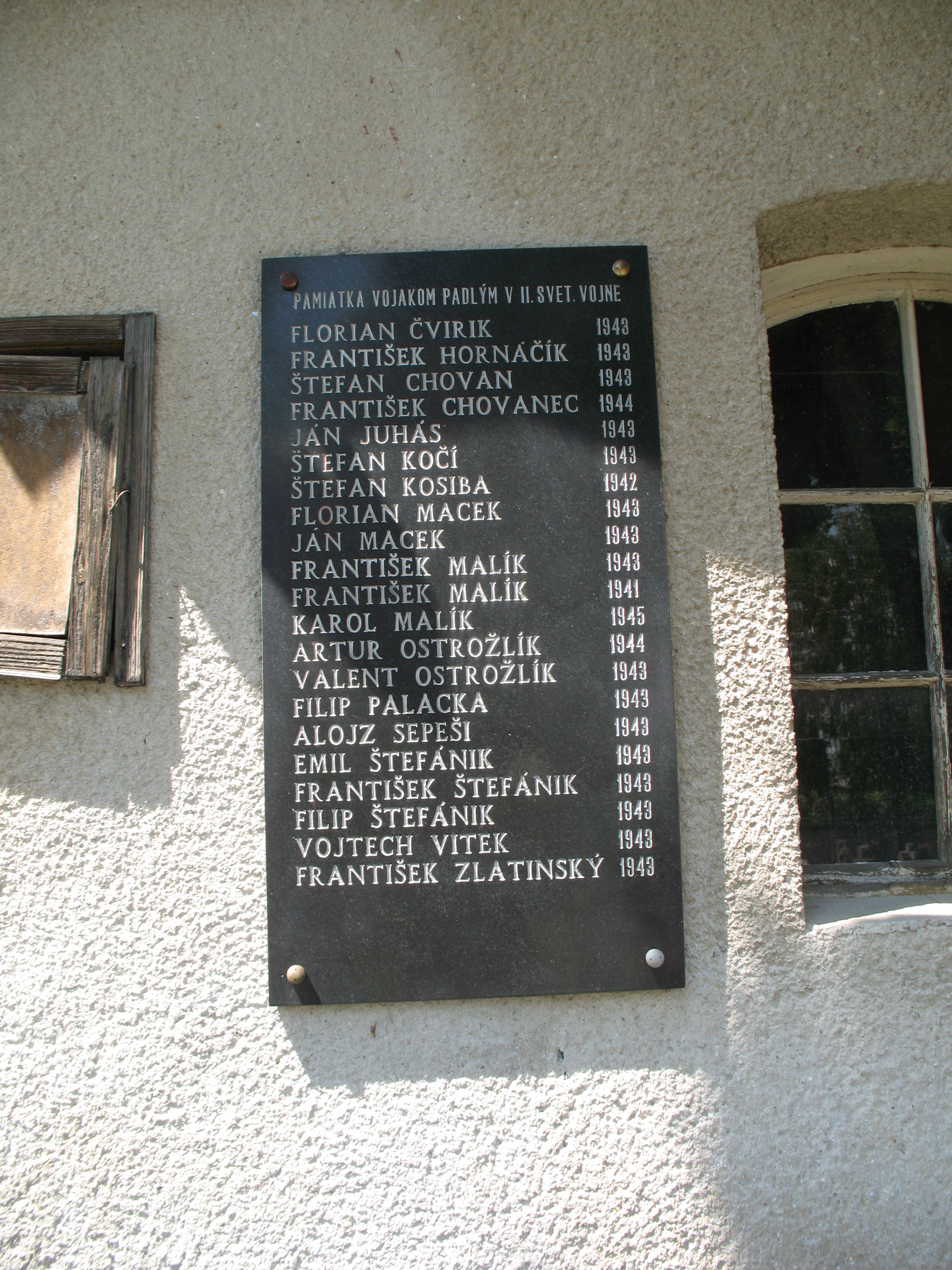
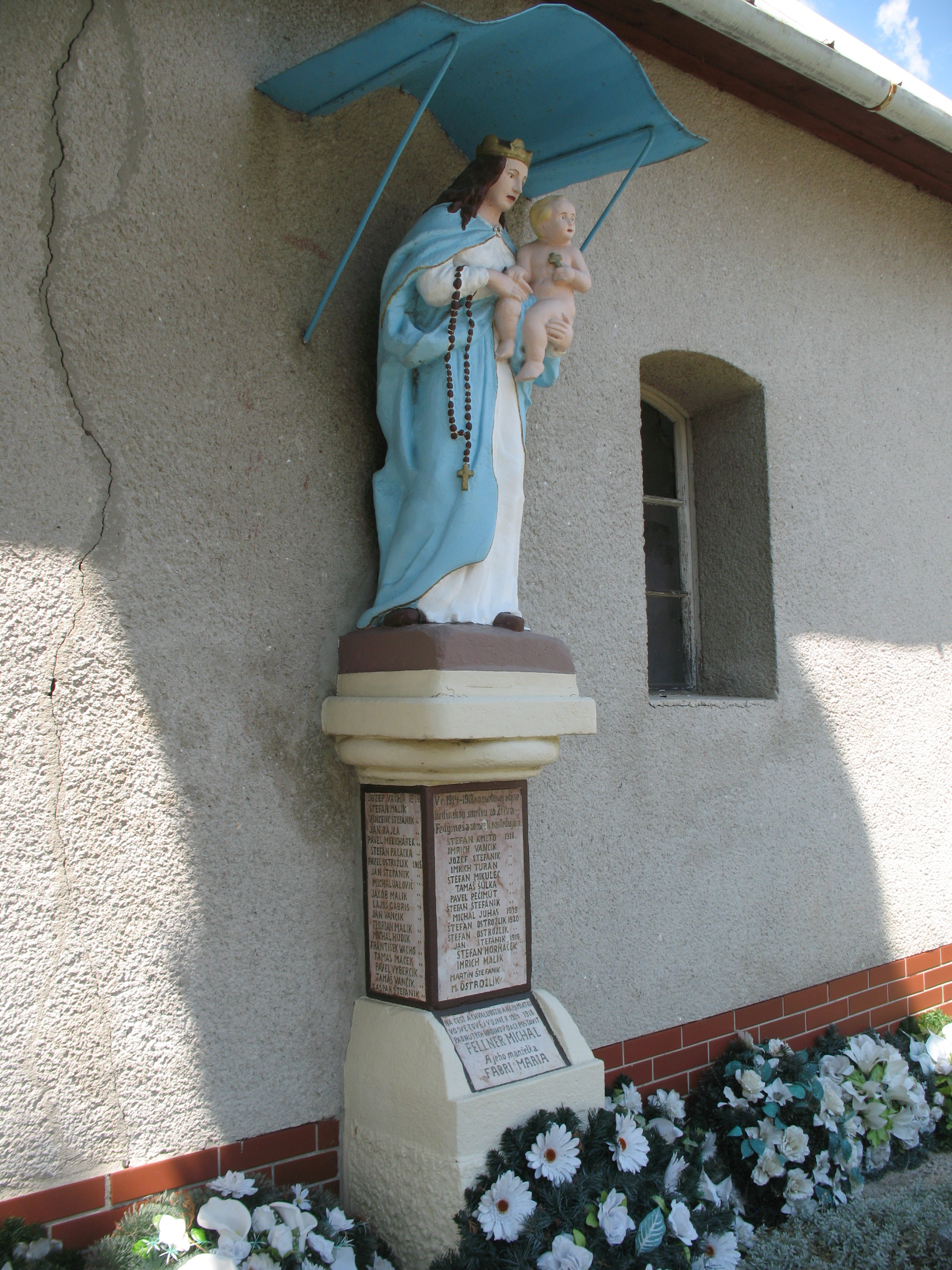
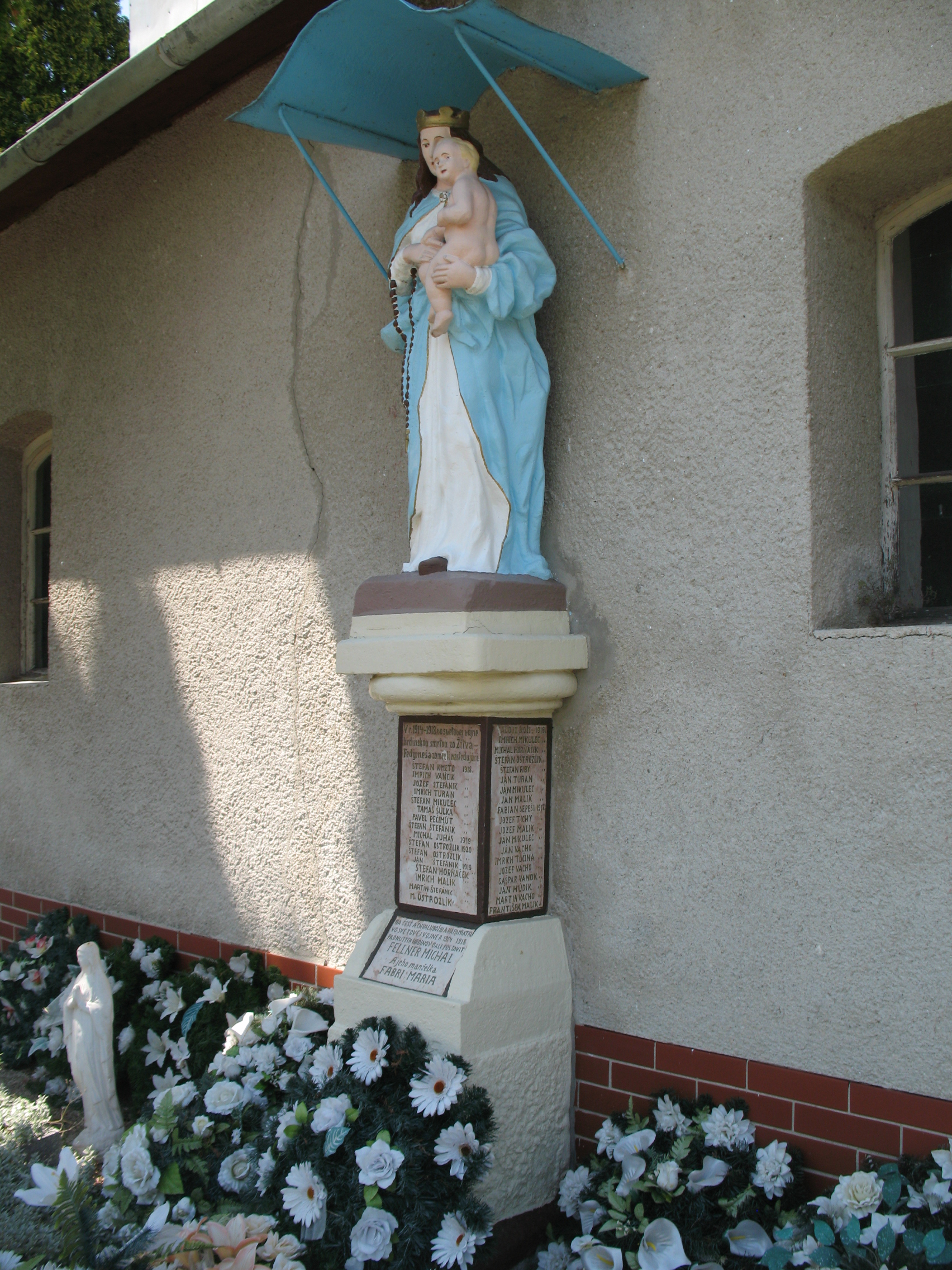

##### Bátorkeszi

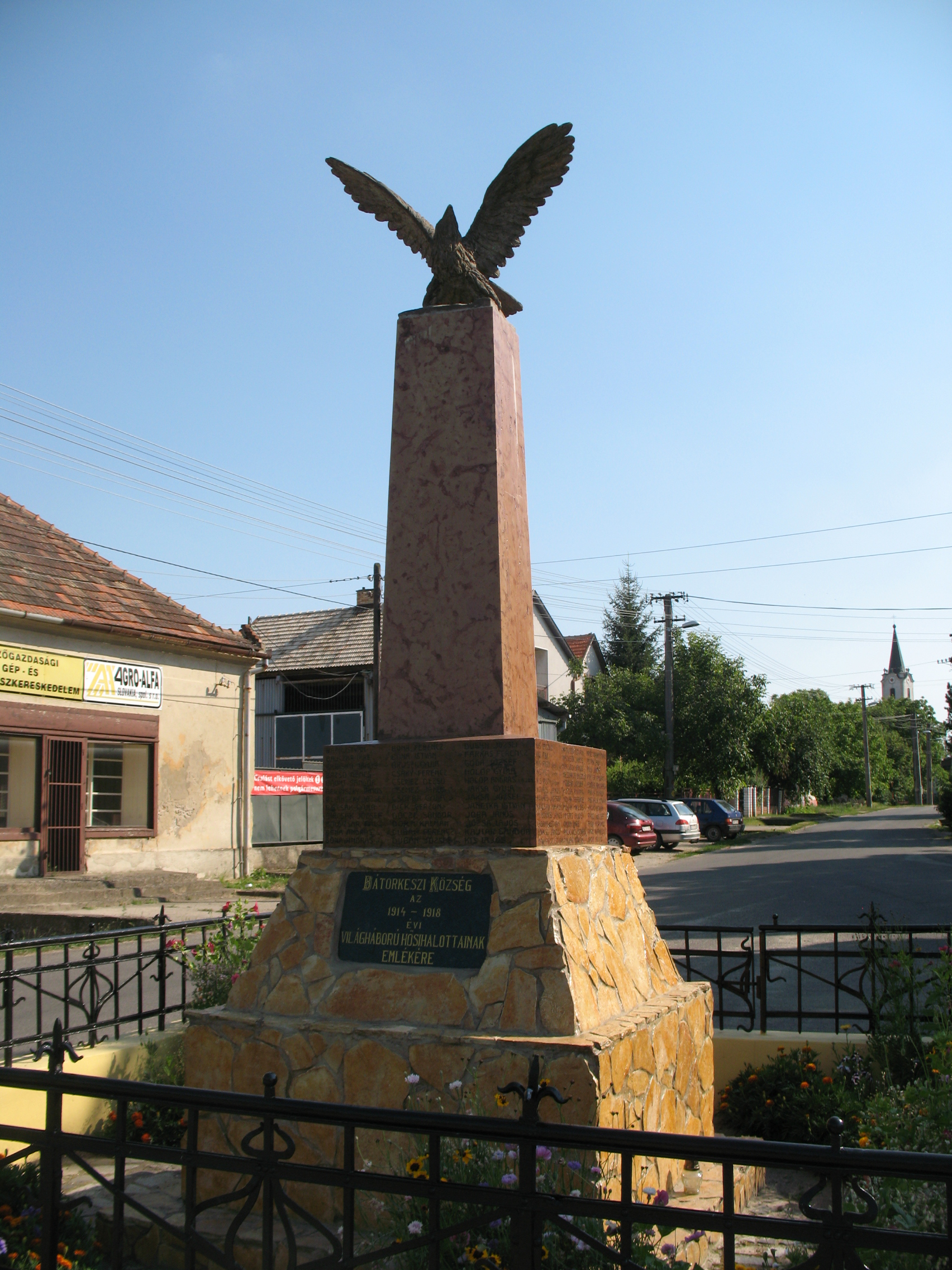
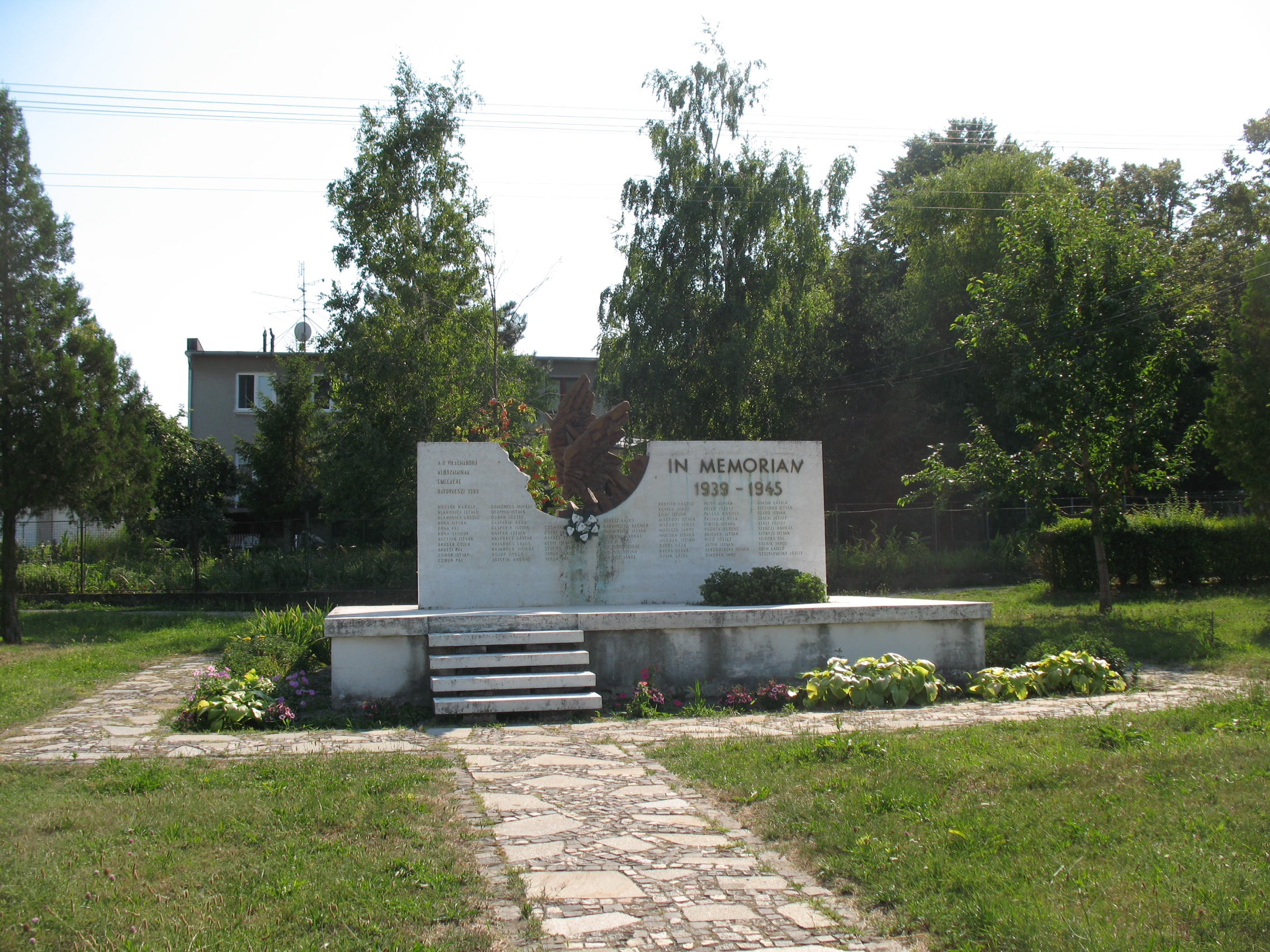

##### Bogya

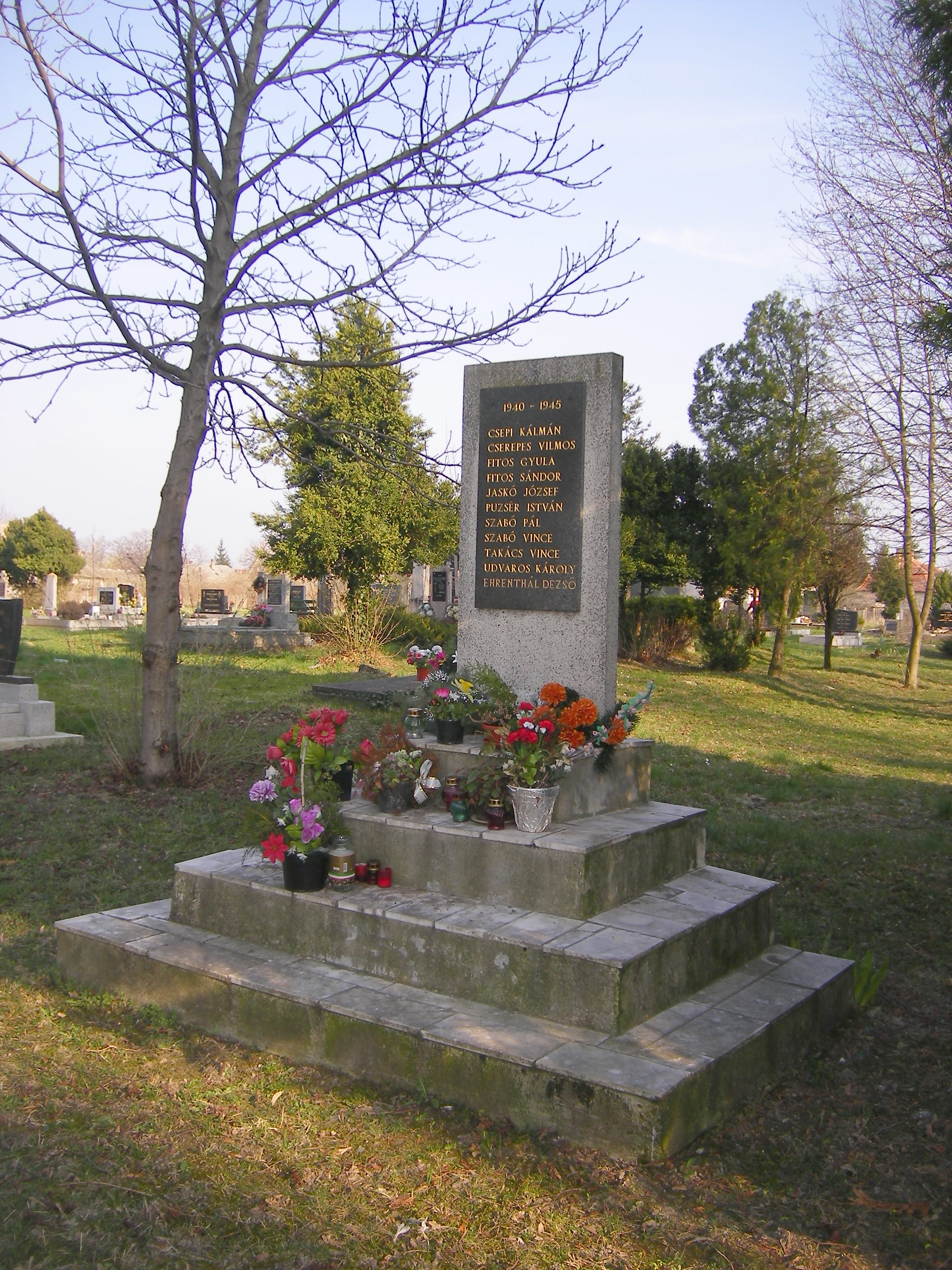

##### Bogyarét

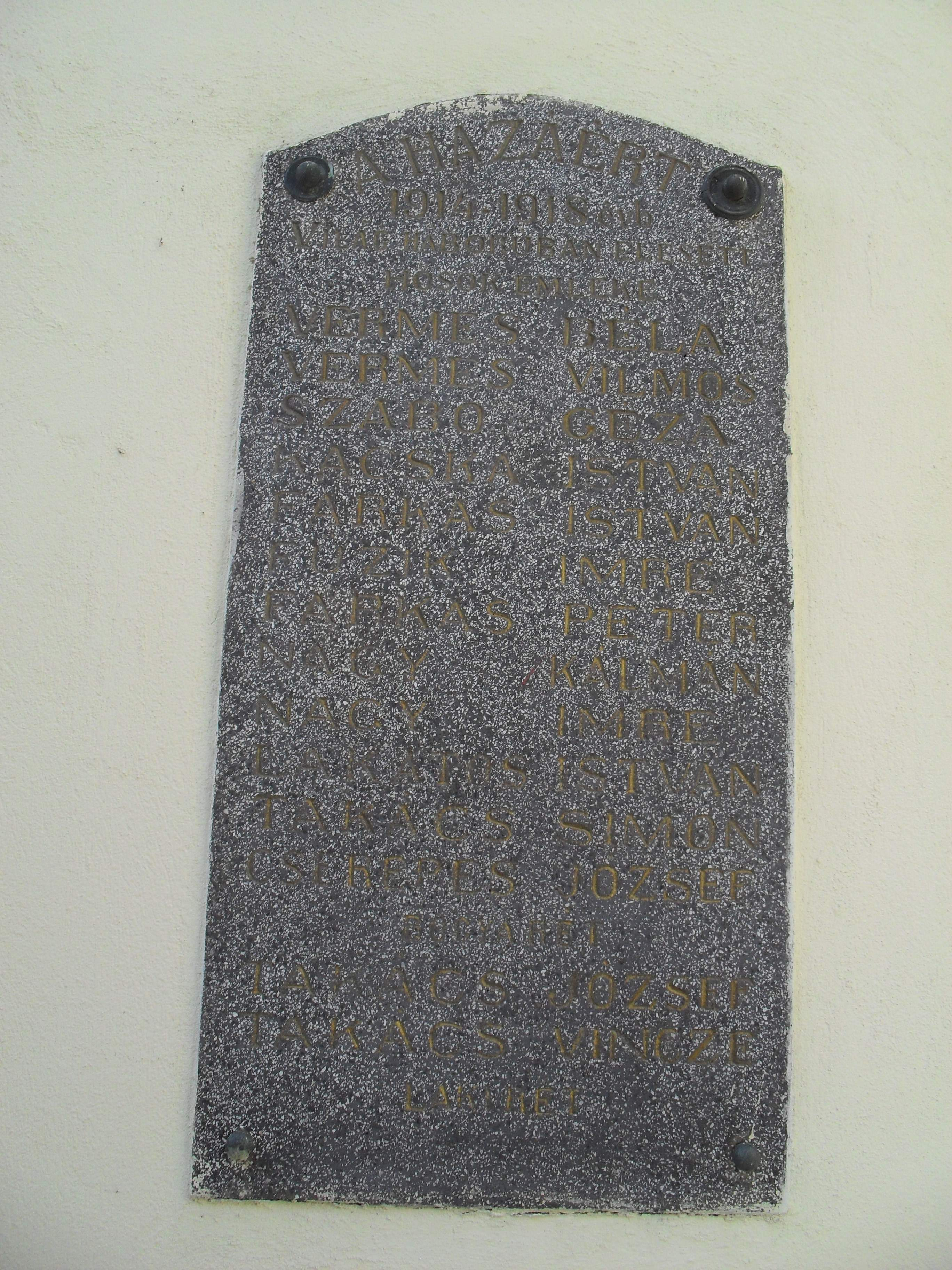
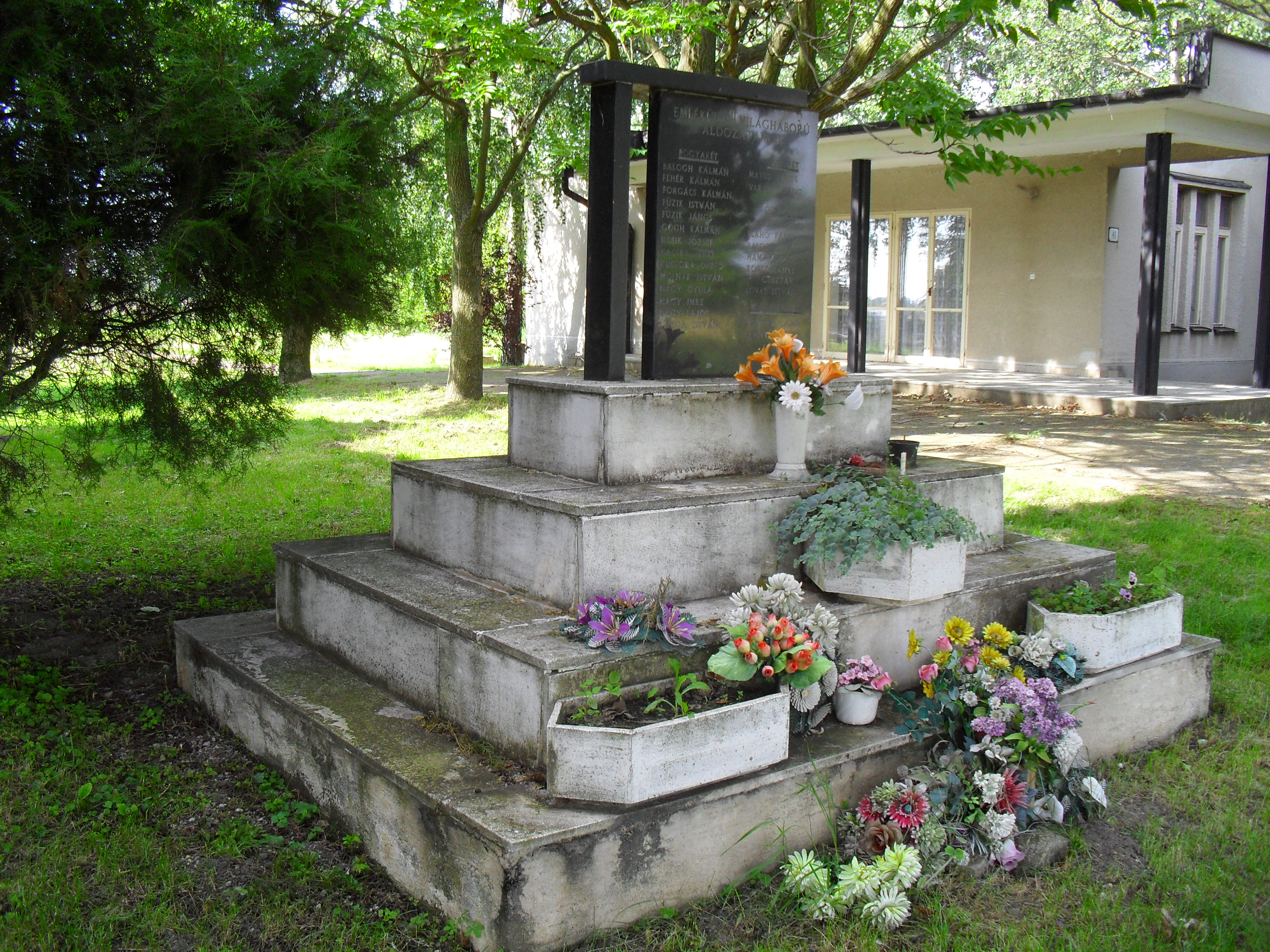
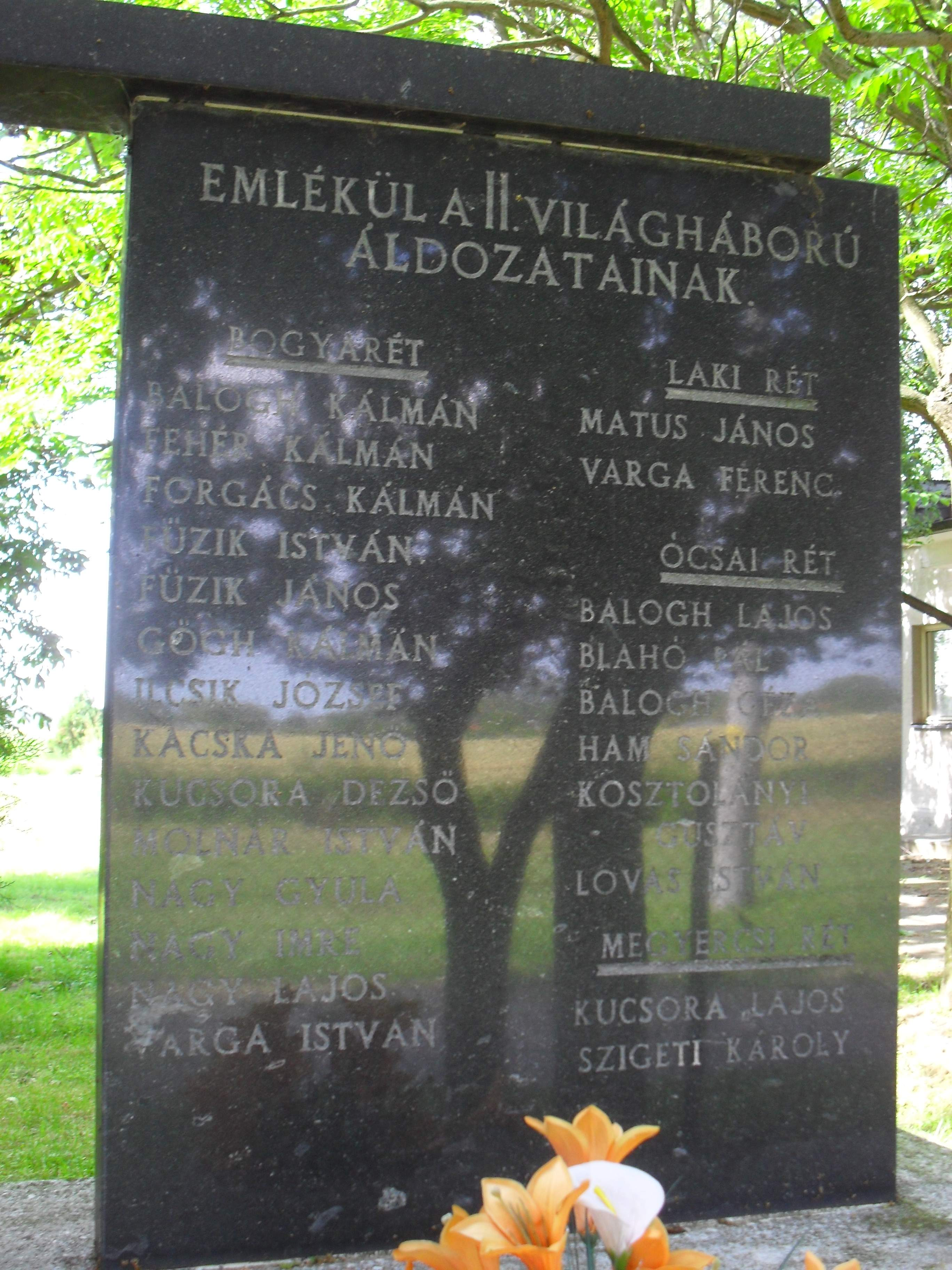

##### Csallóközaranyos

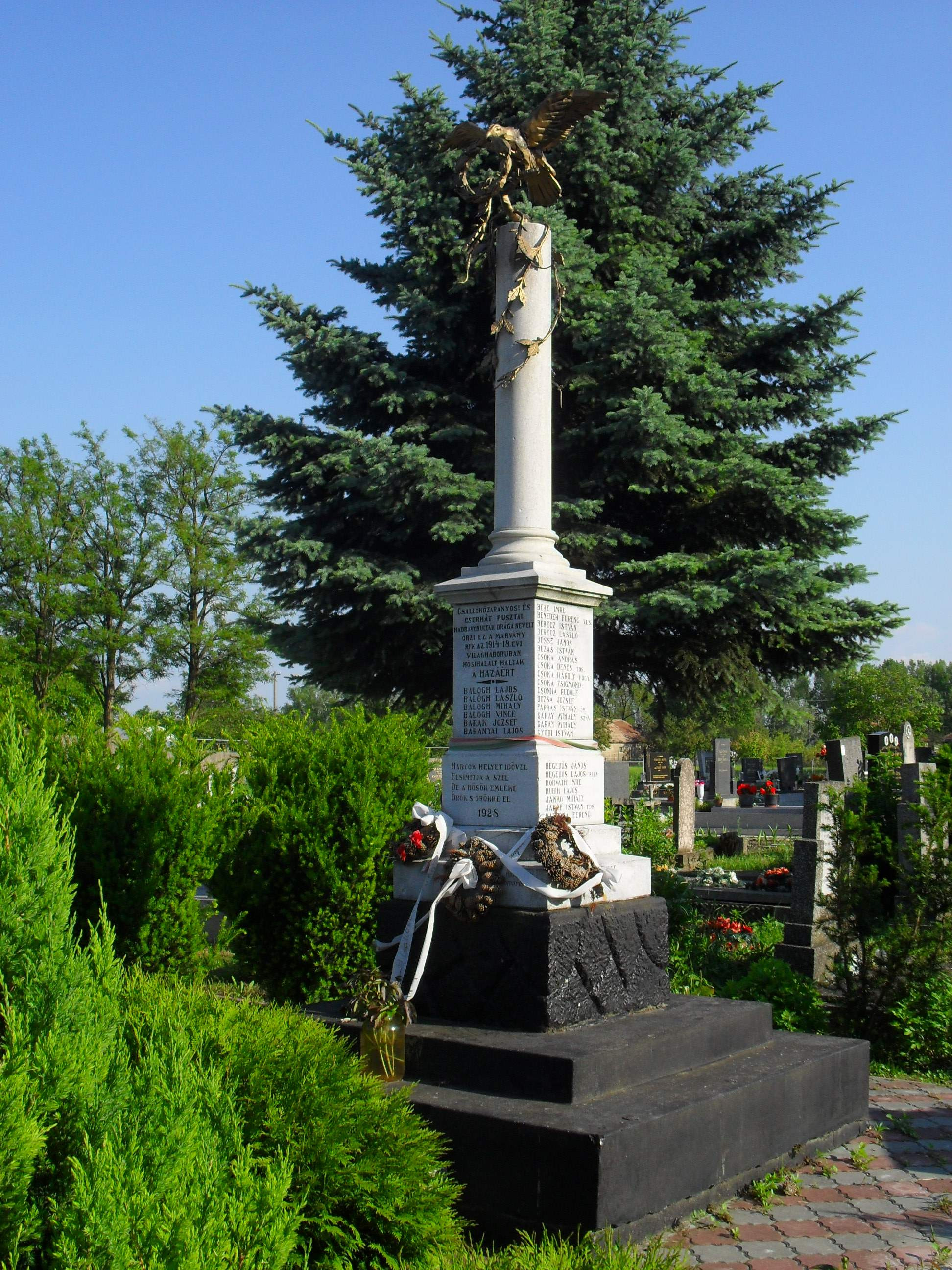
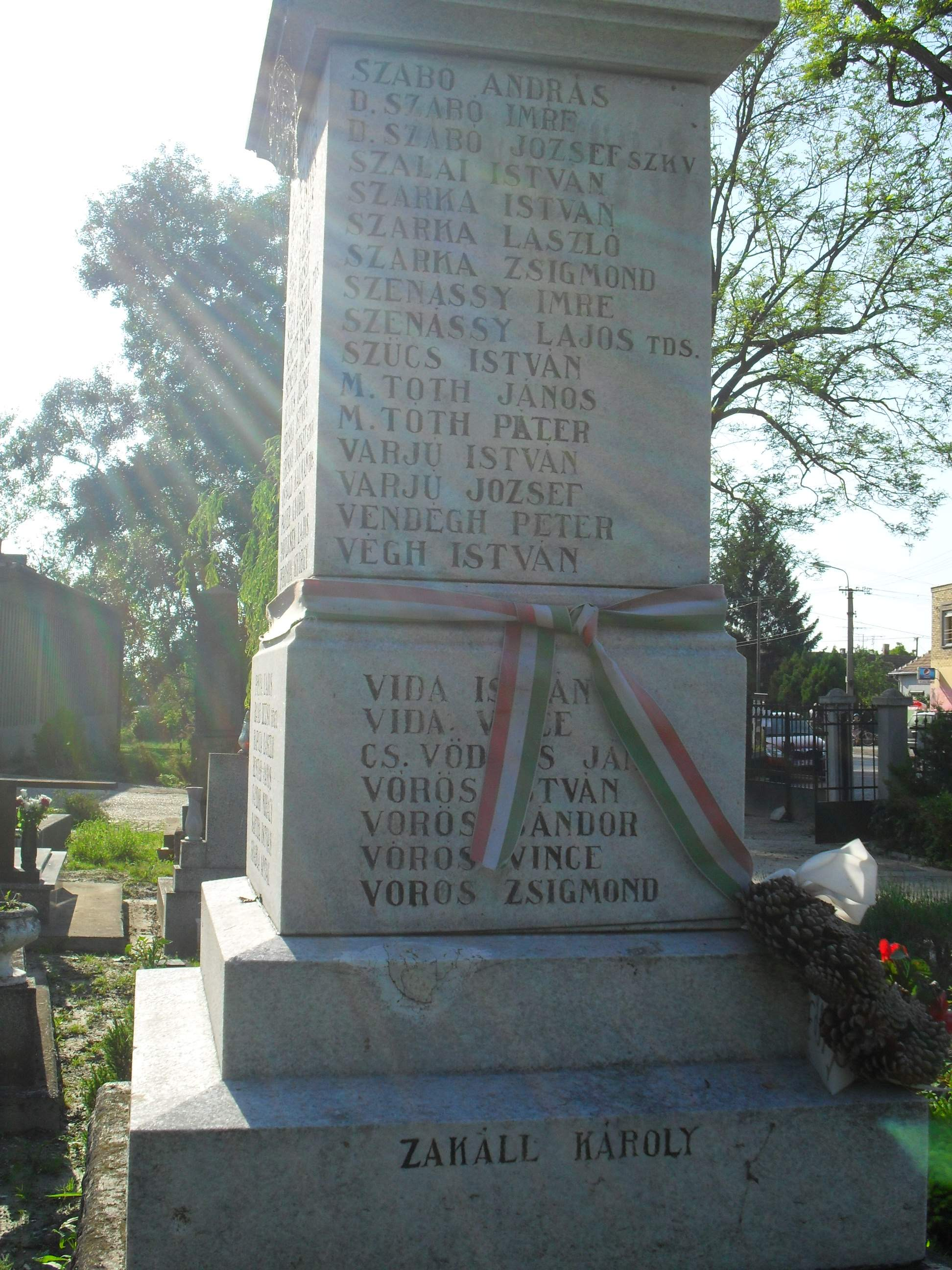
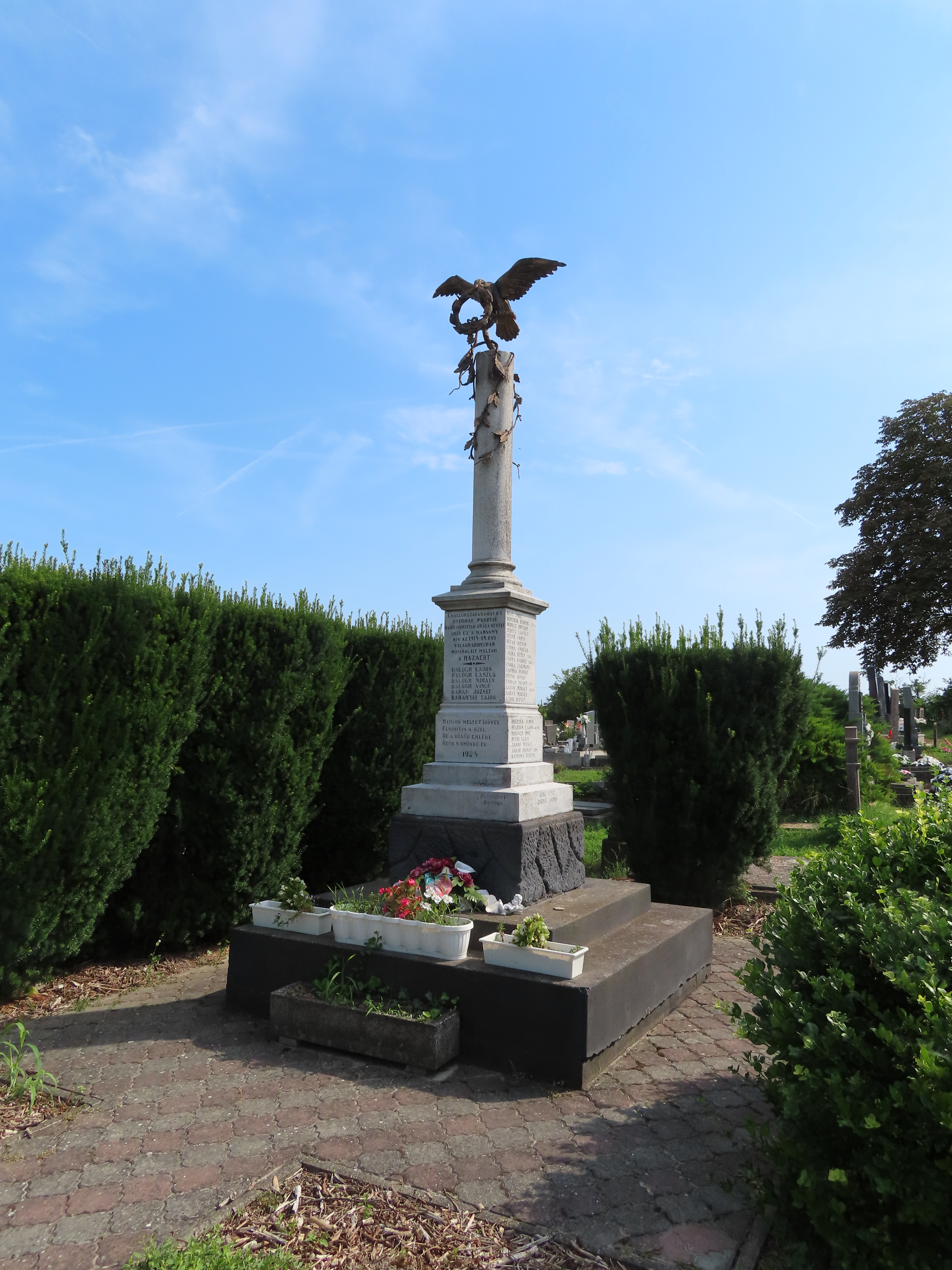
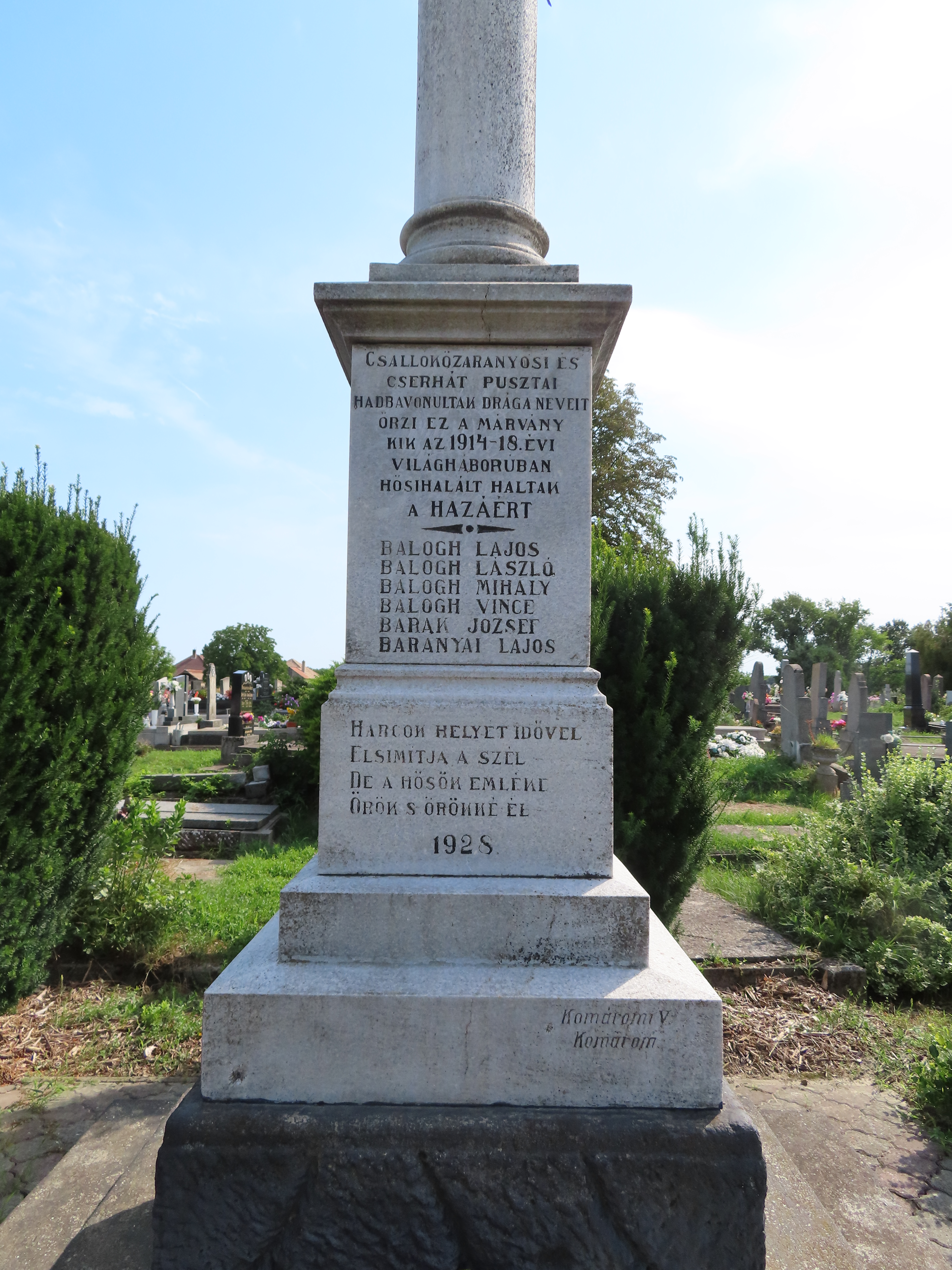
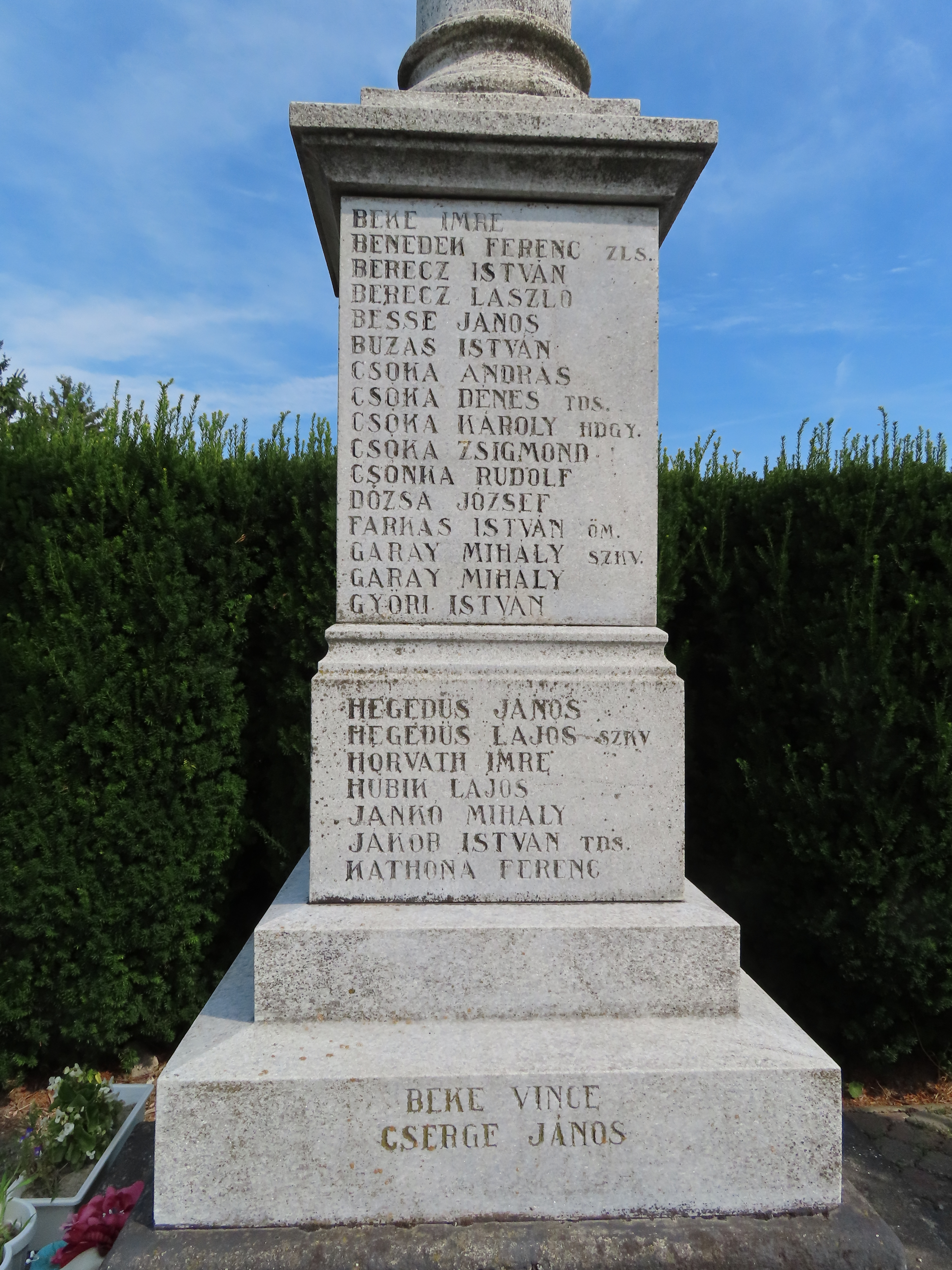
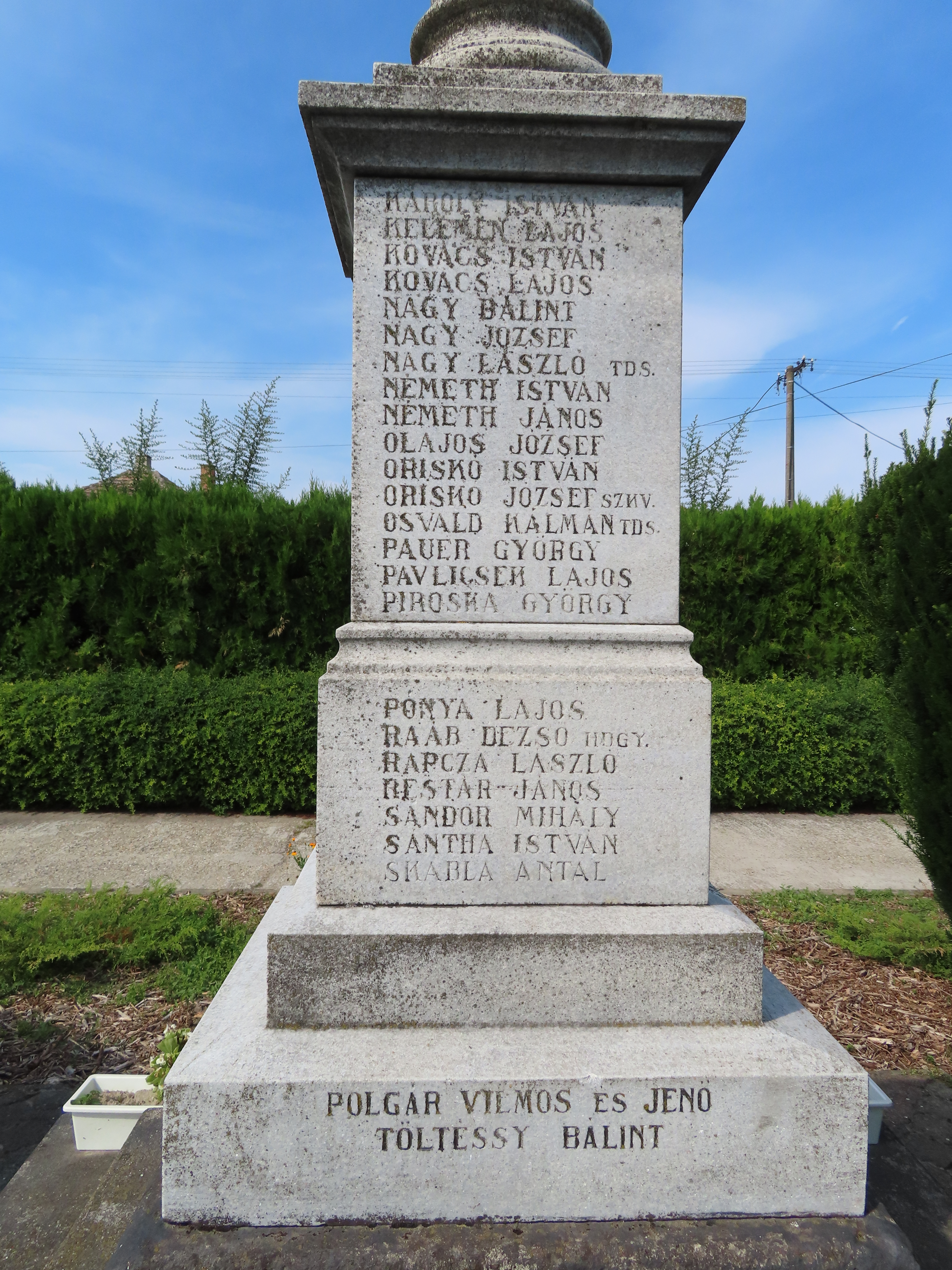
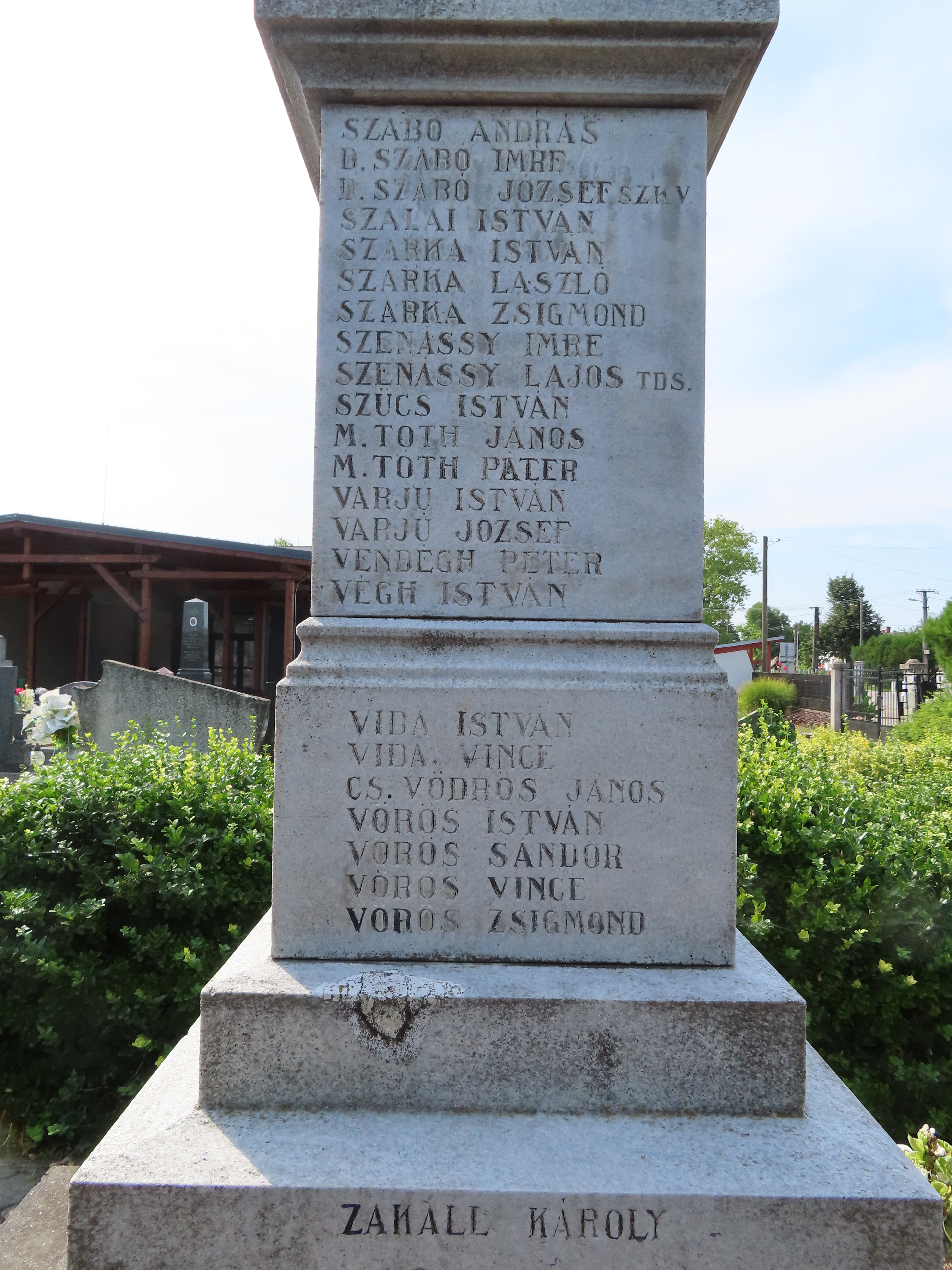
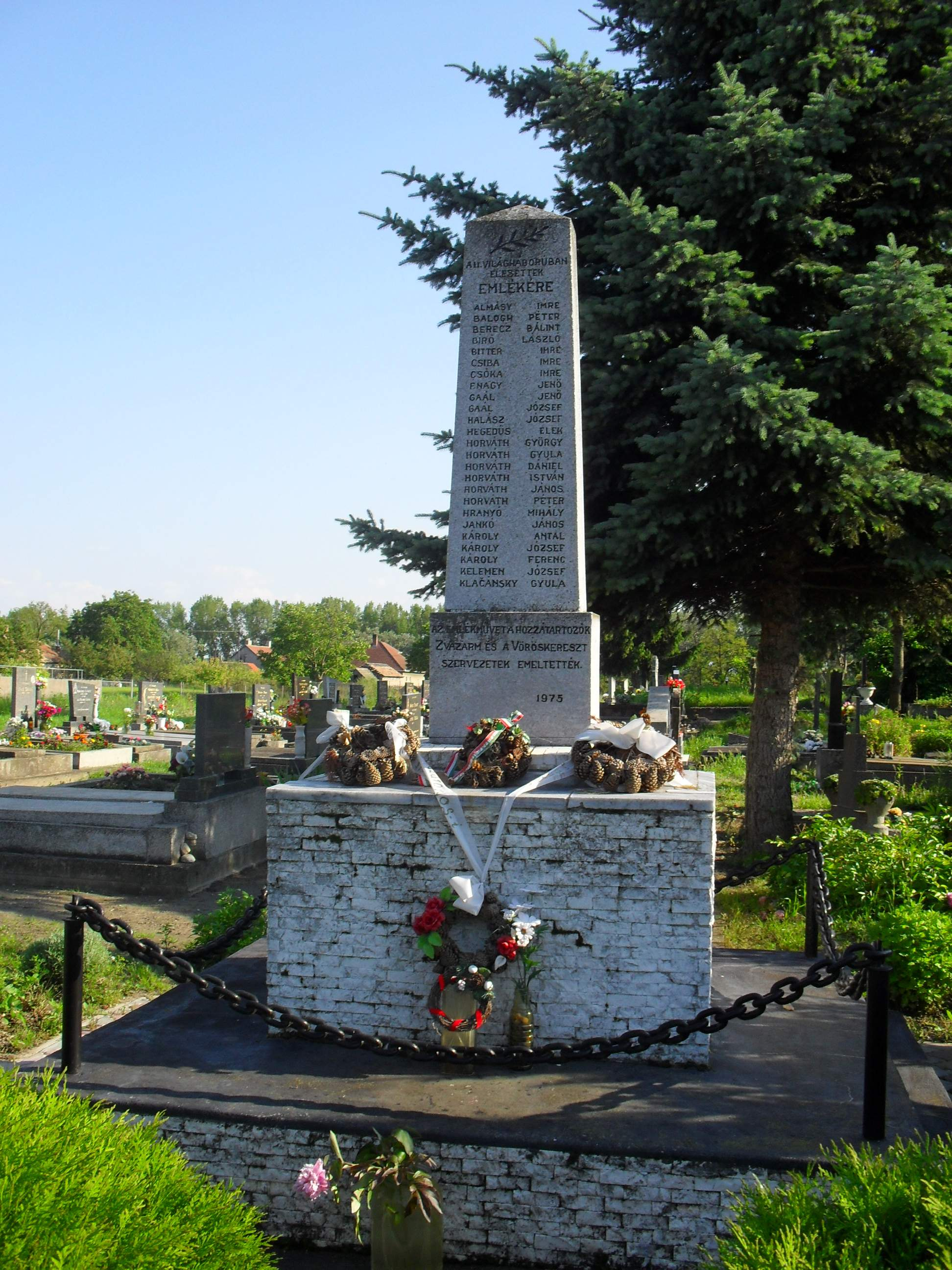
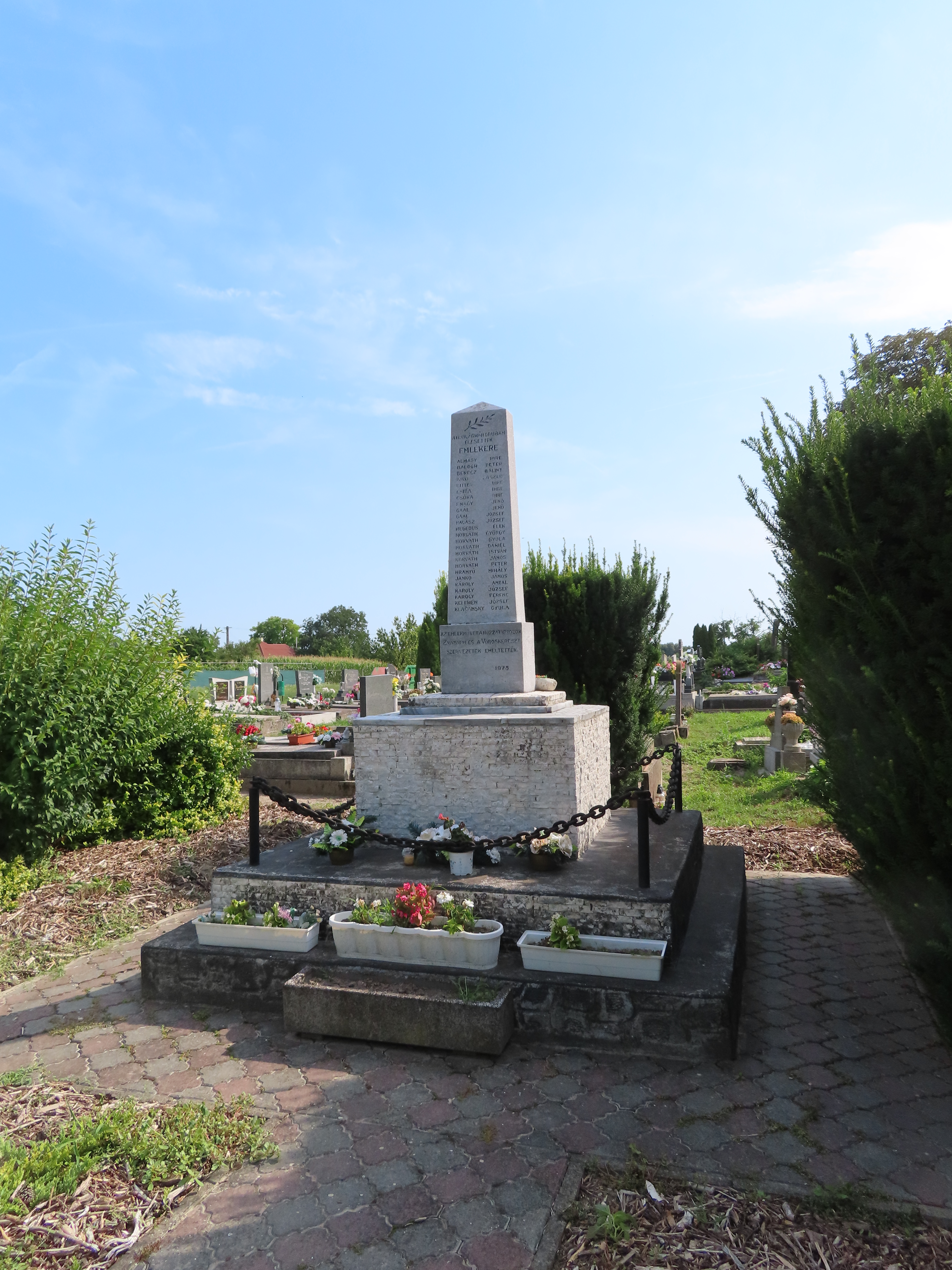
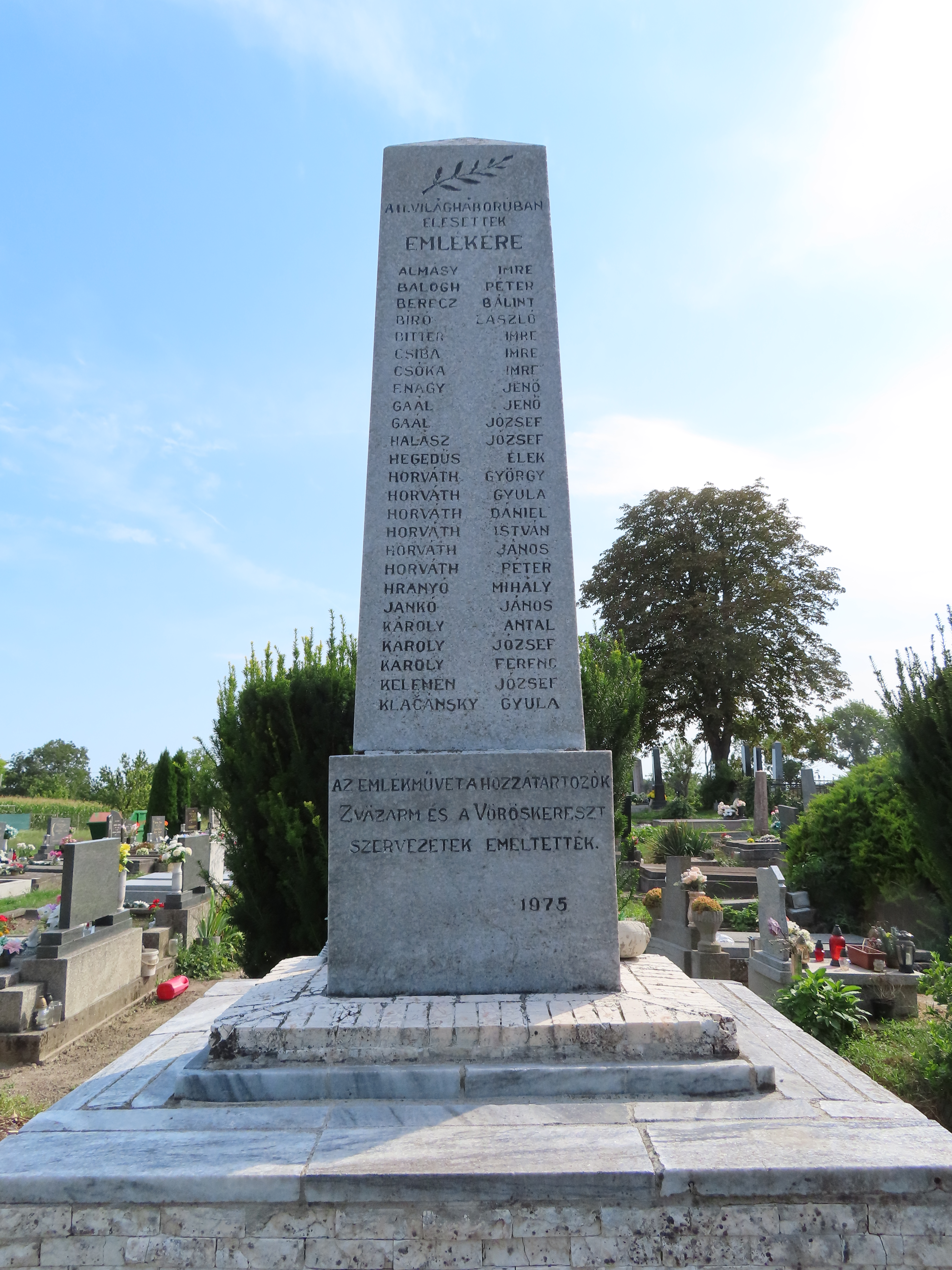
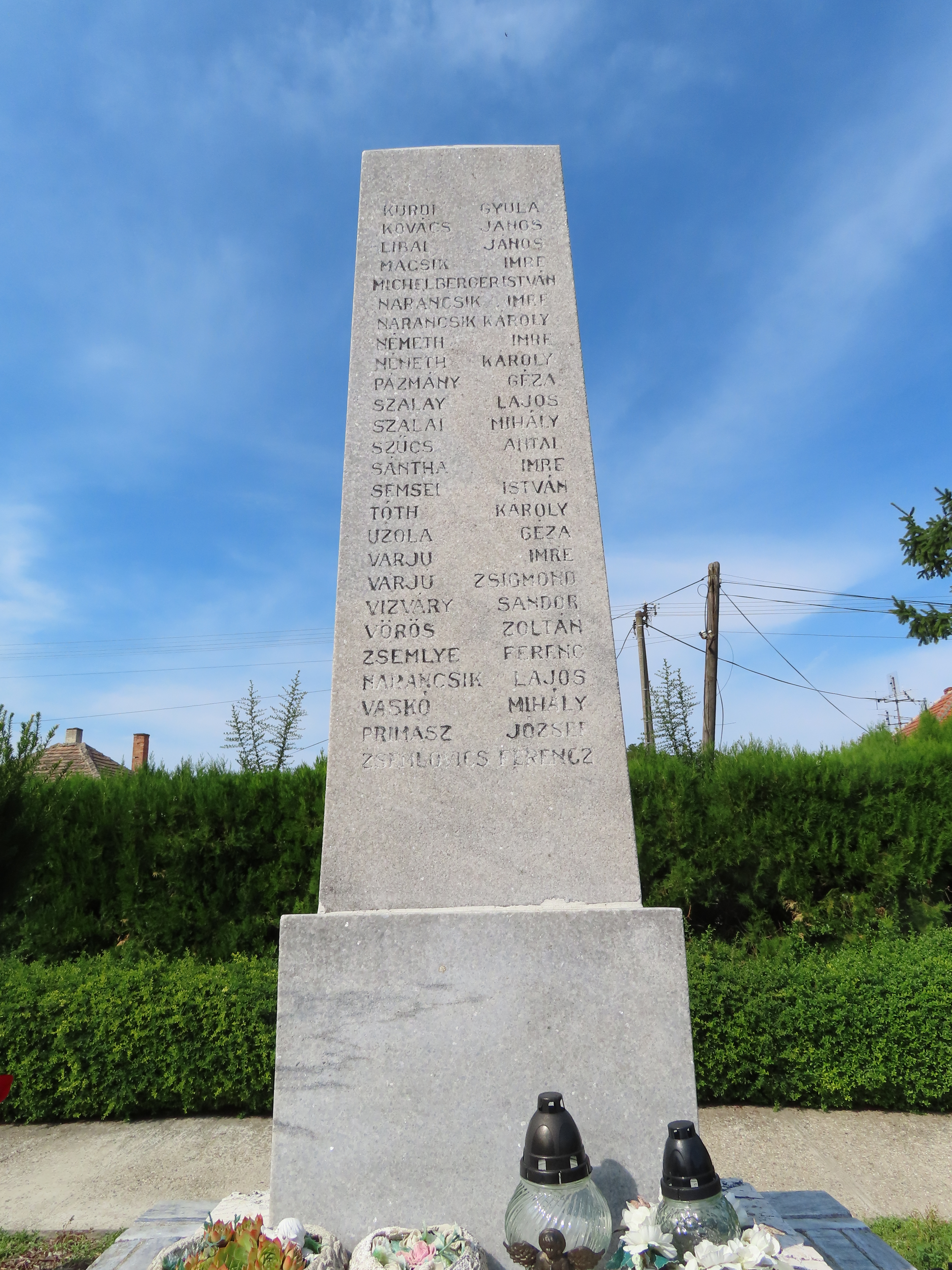
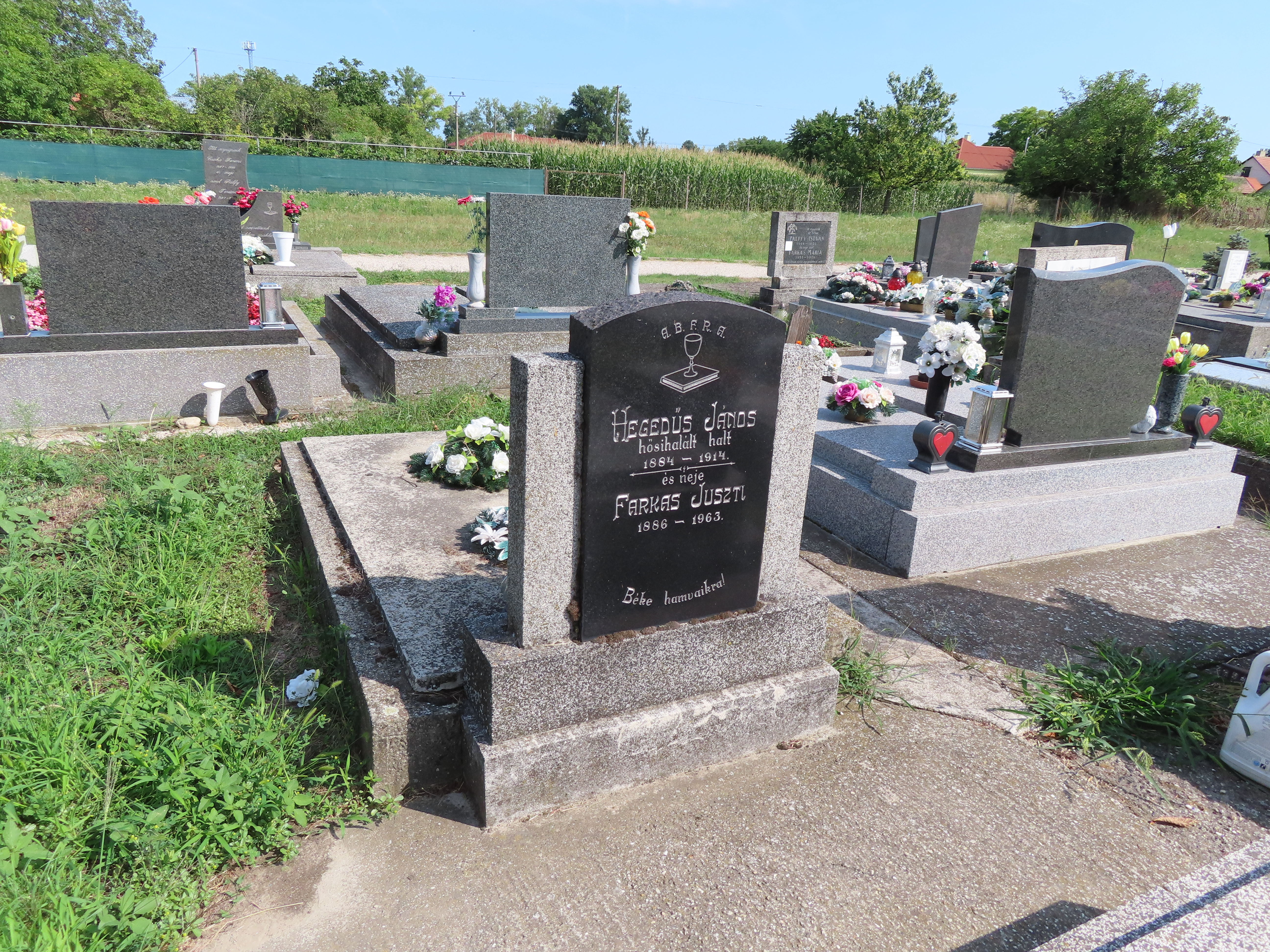
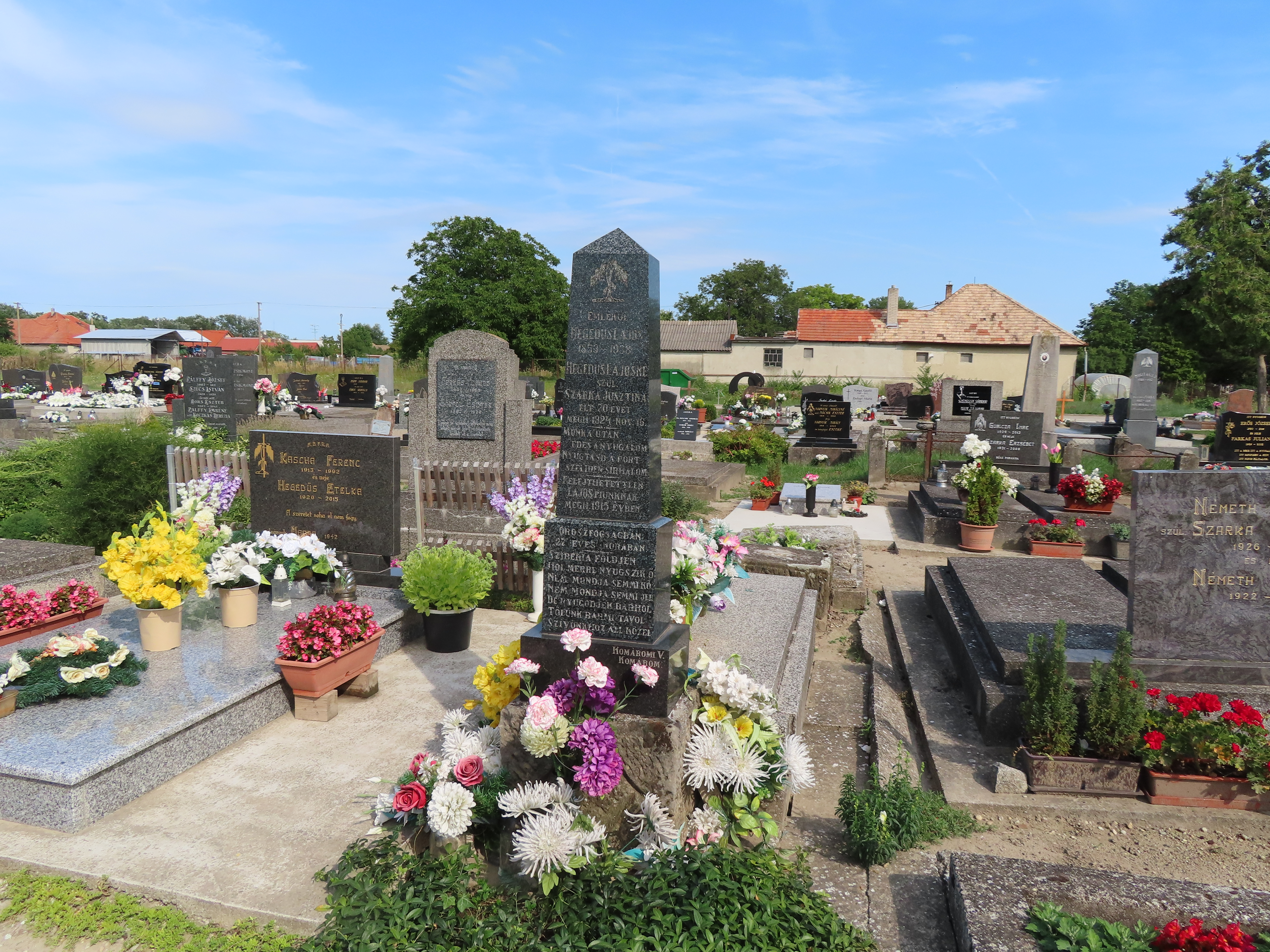
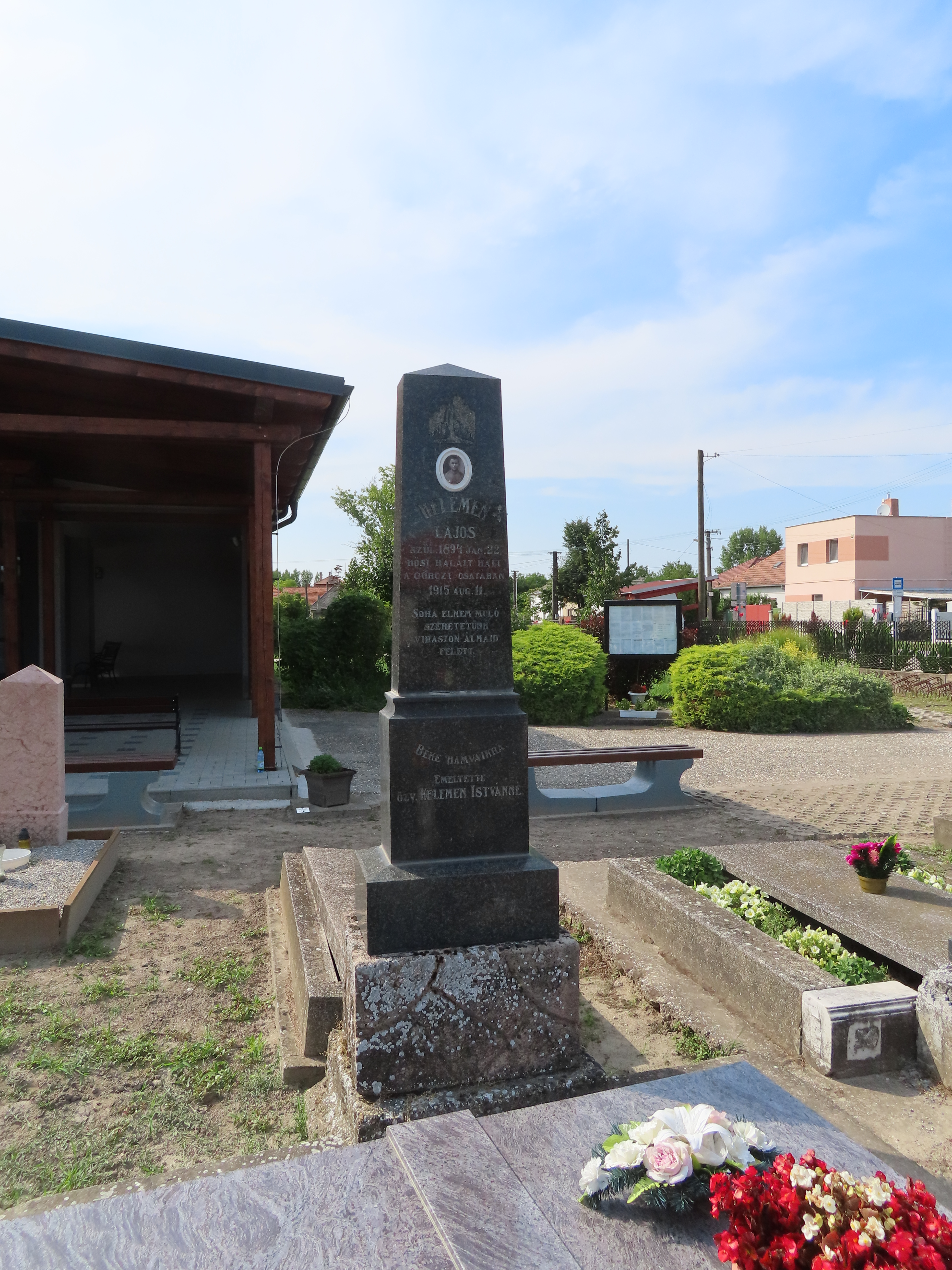
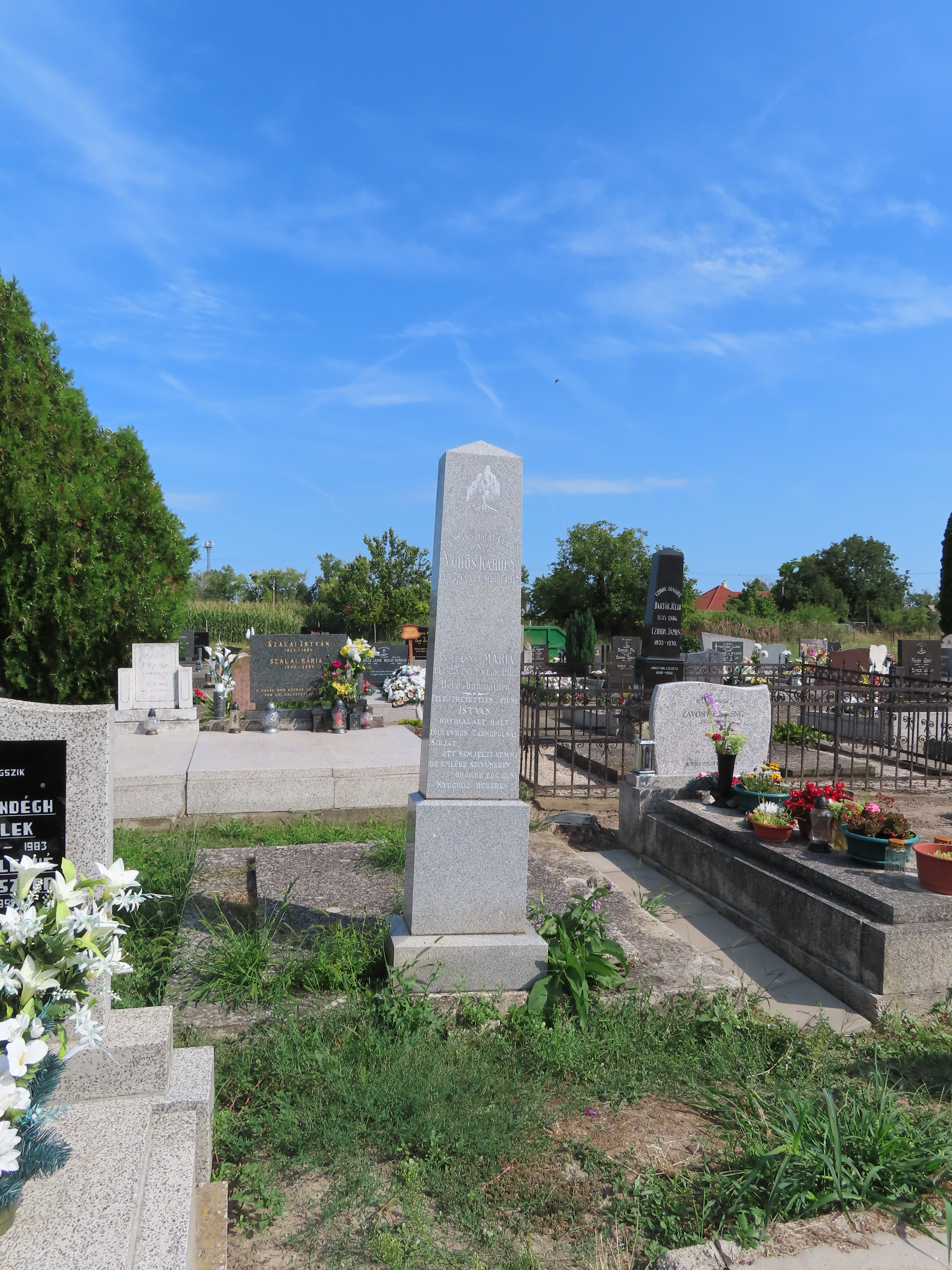
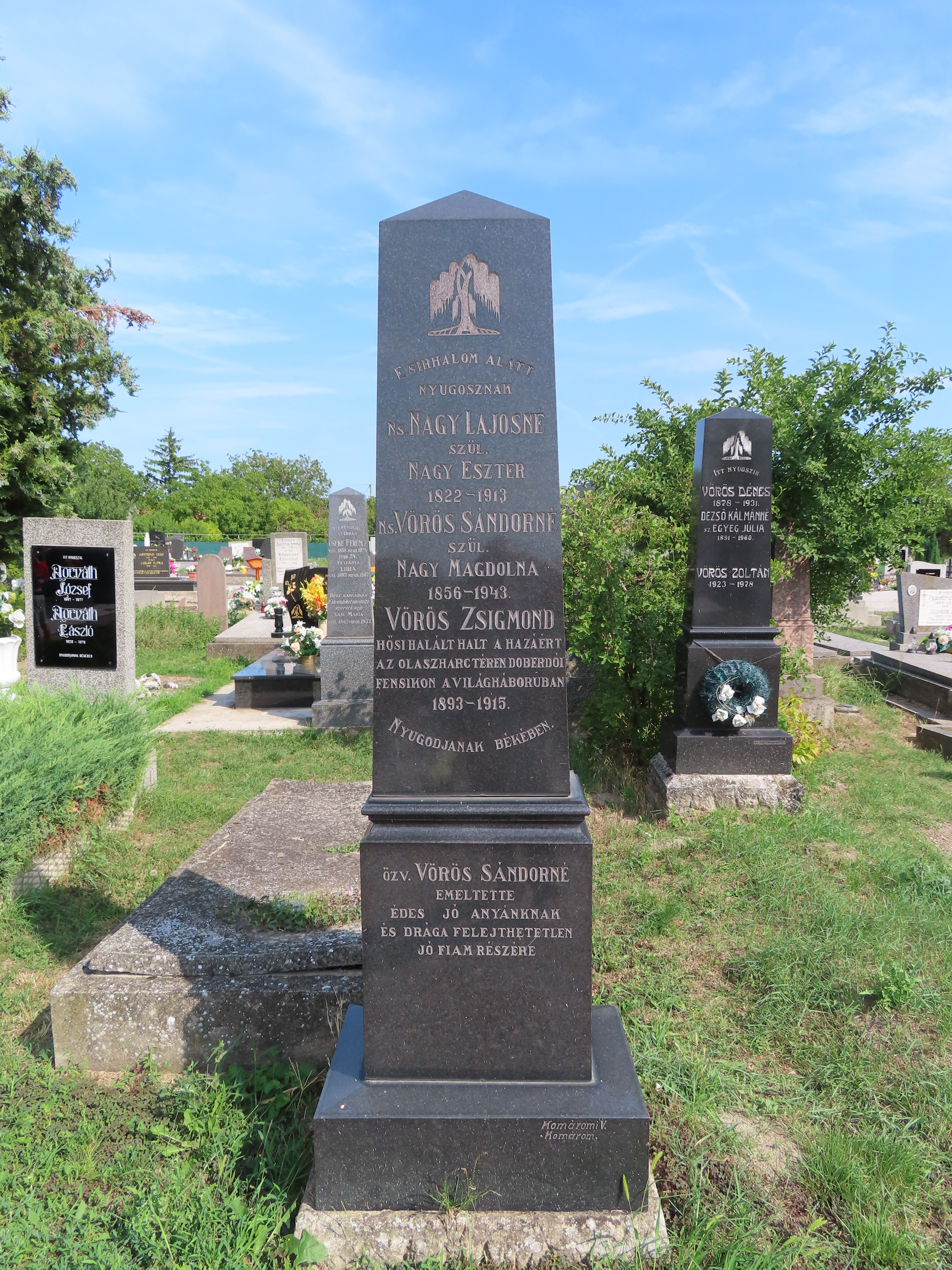

##### Csicsó

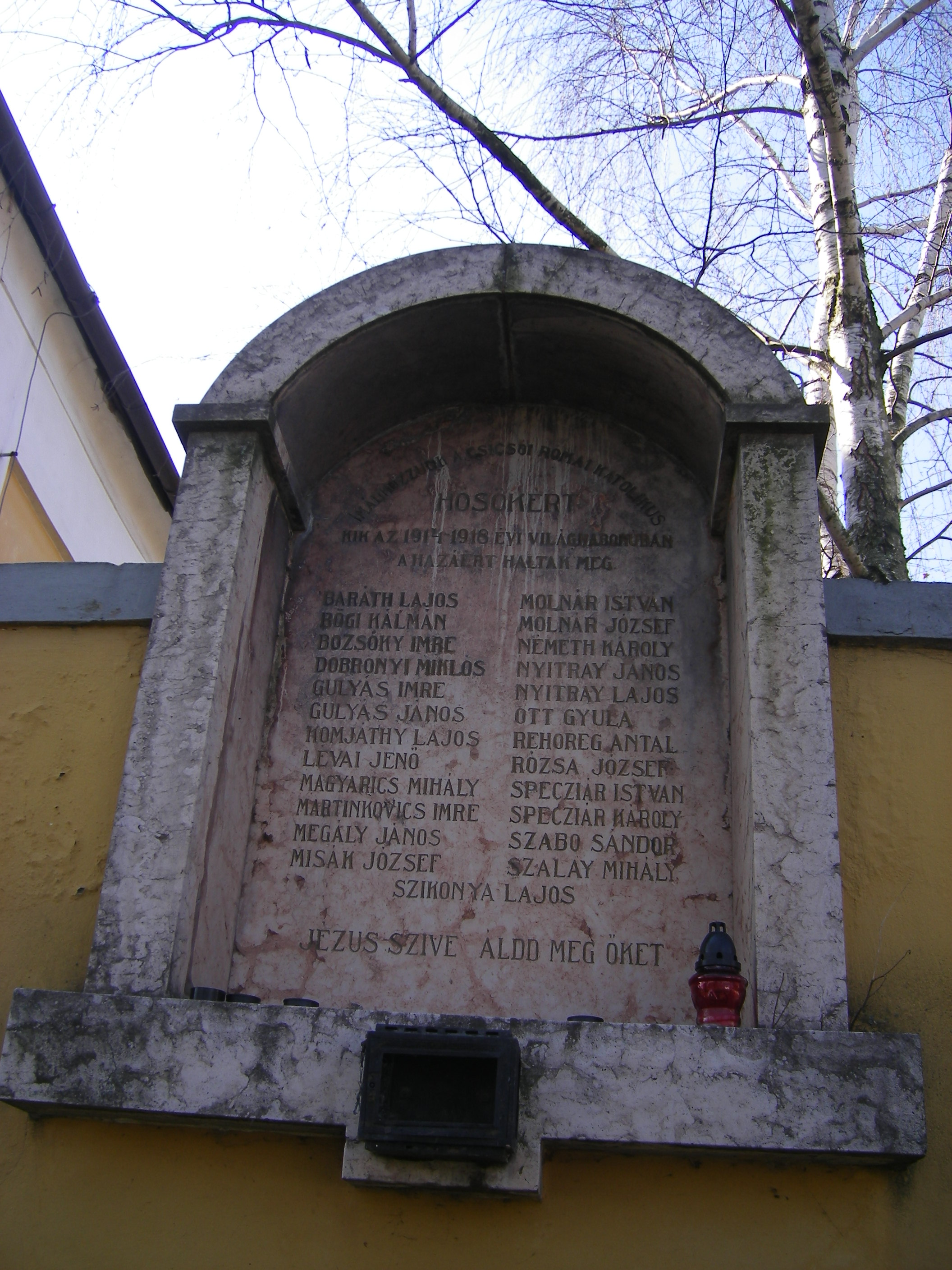

##### Dunamocs

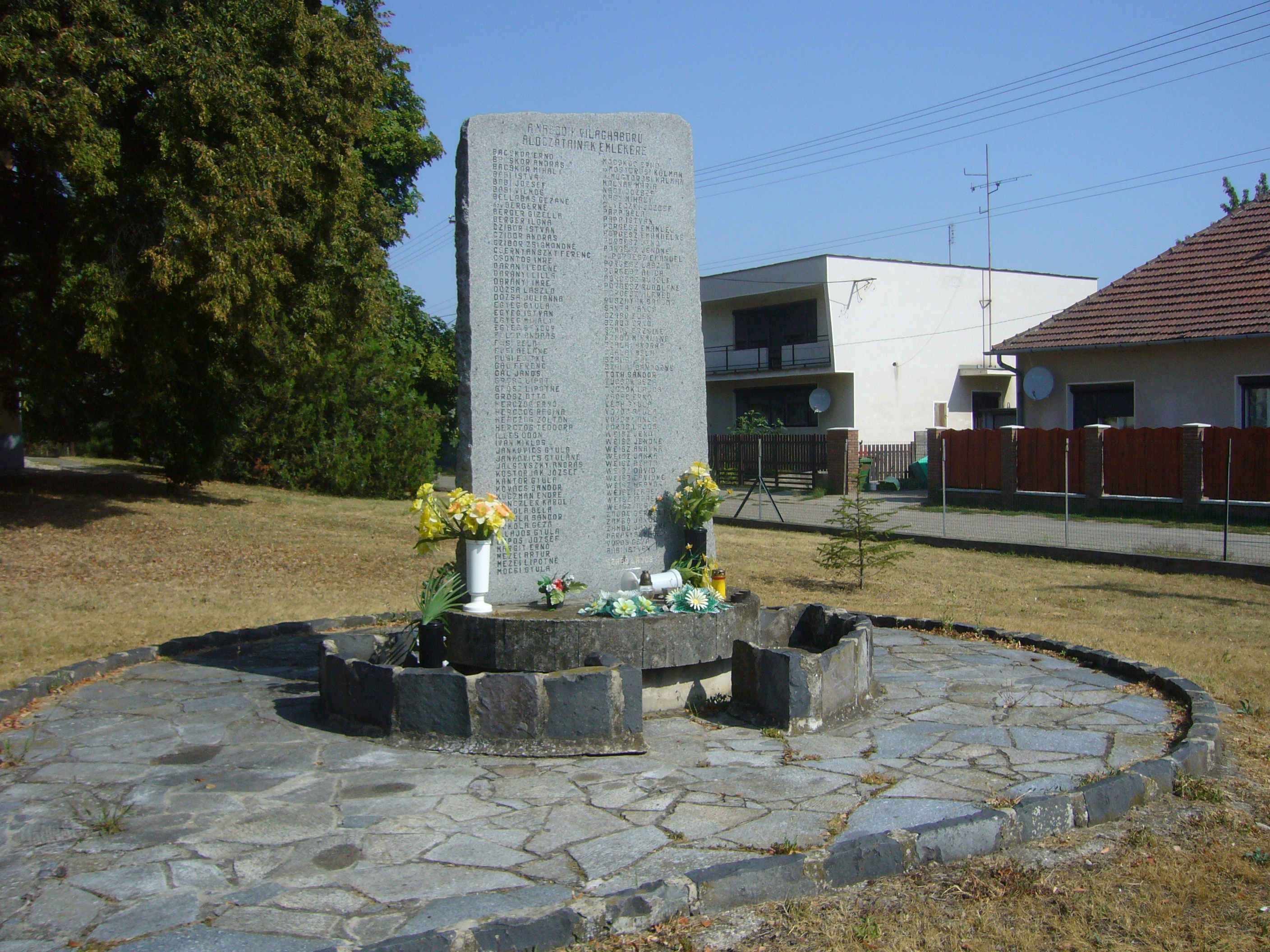
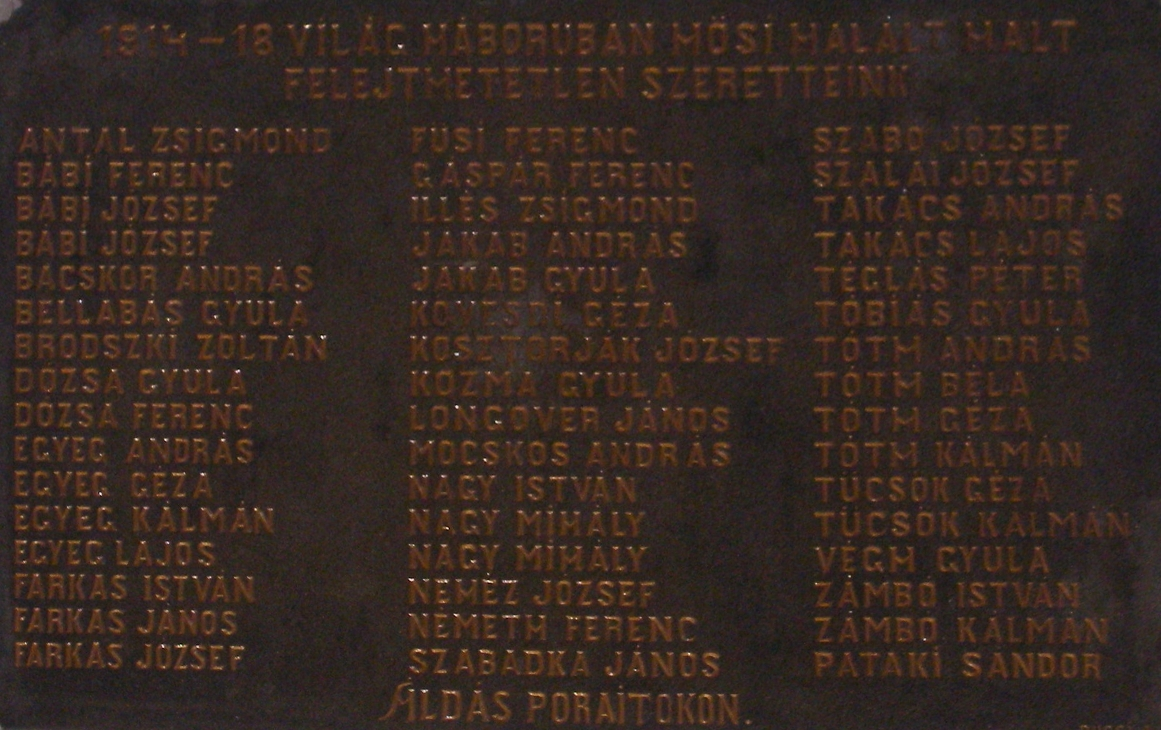

##### Dunaradvány

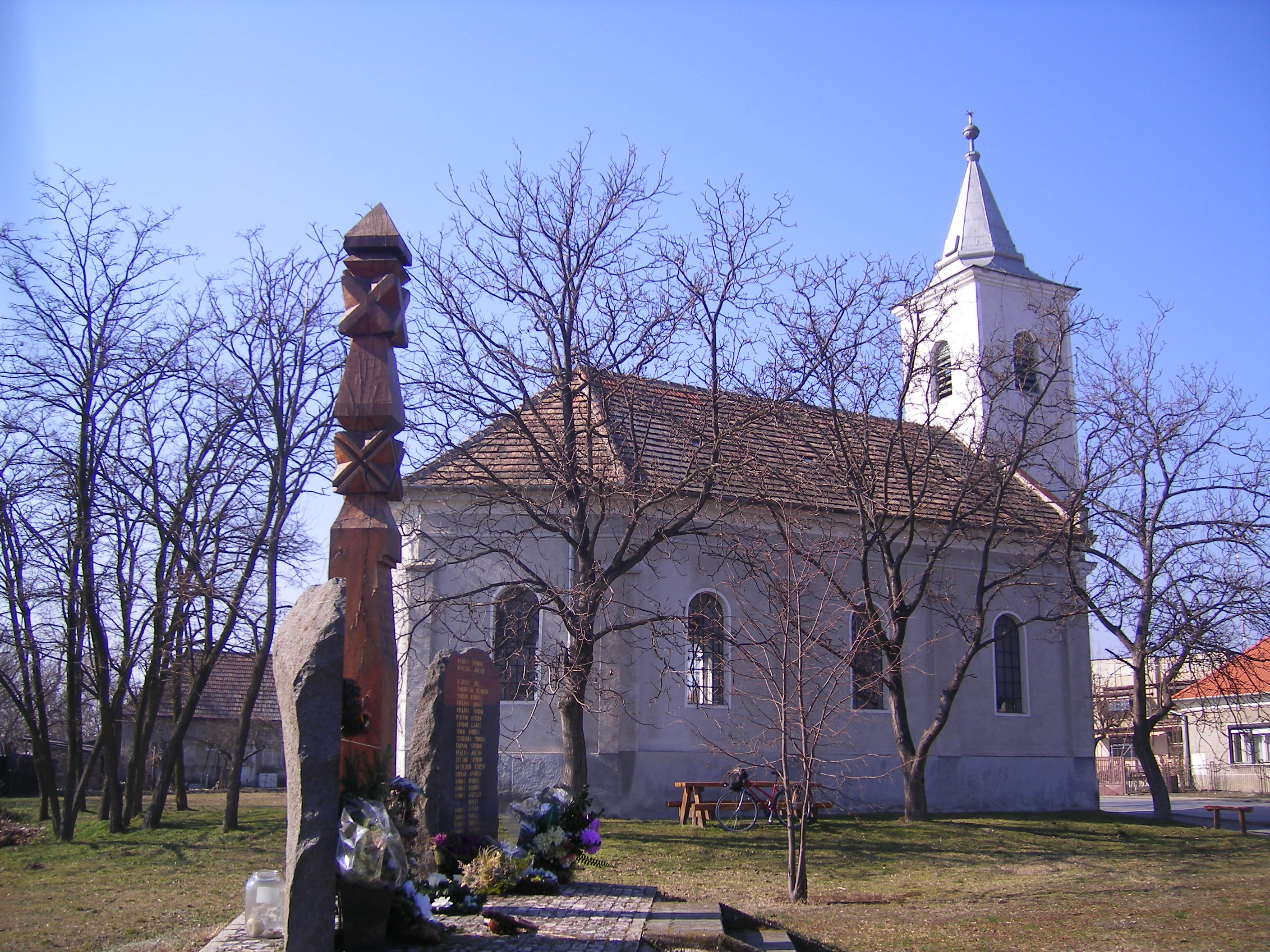
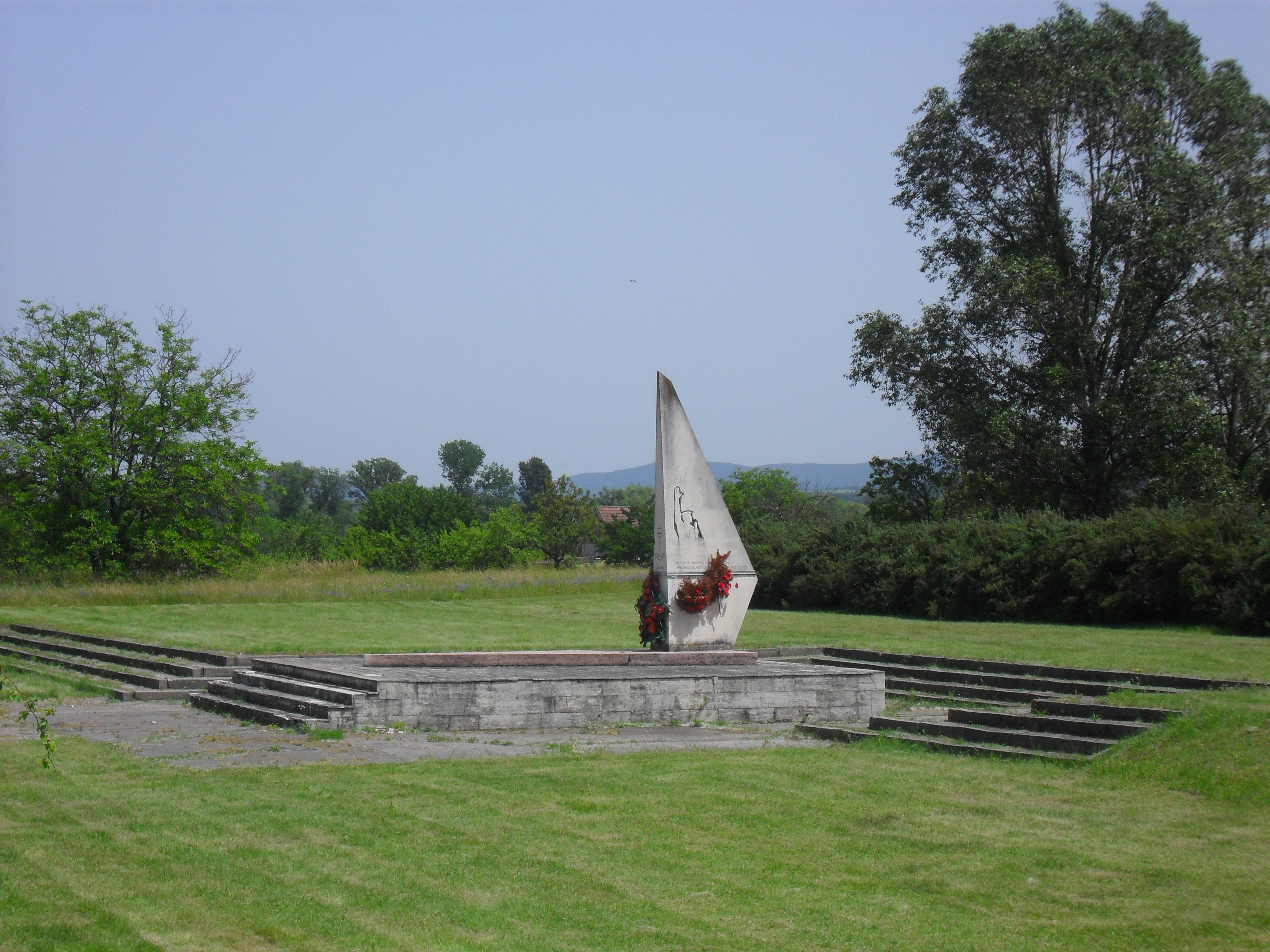
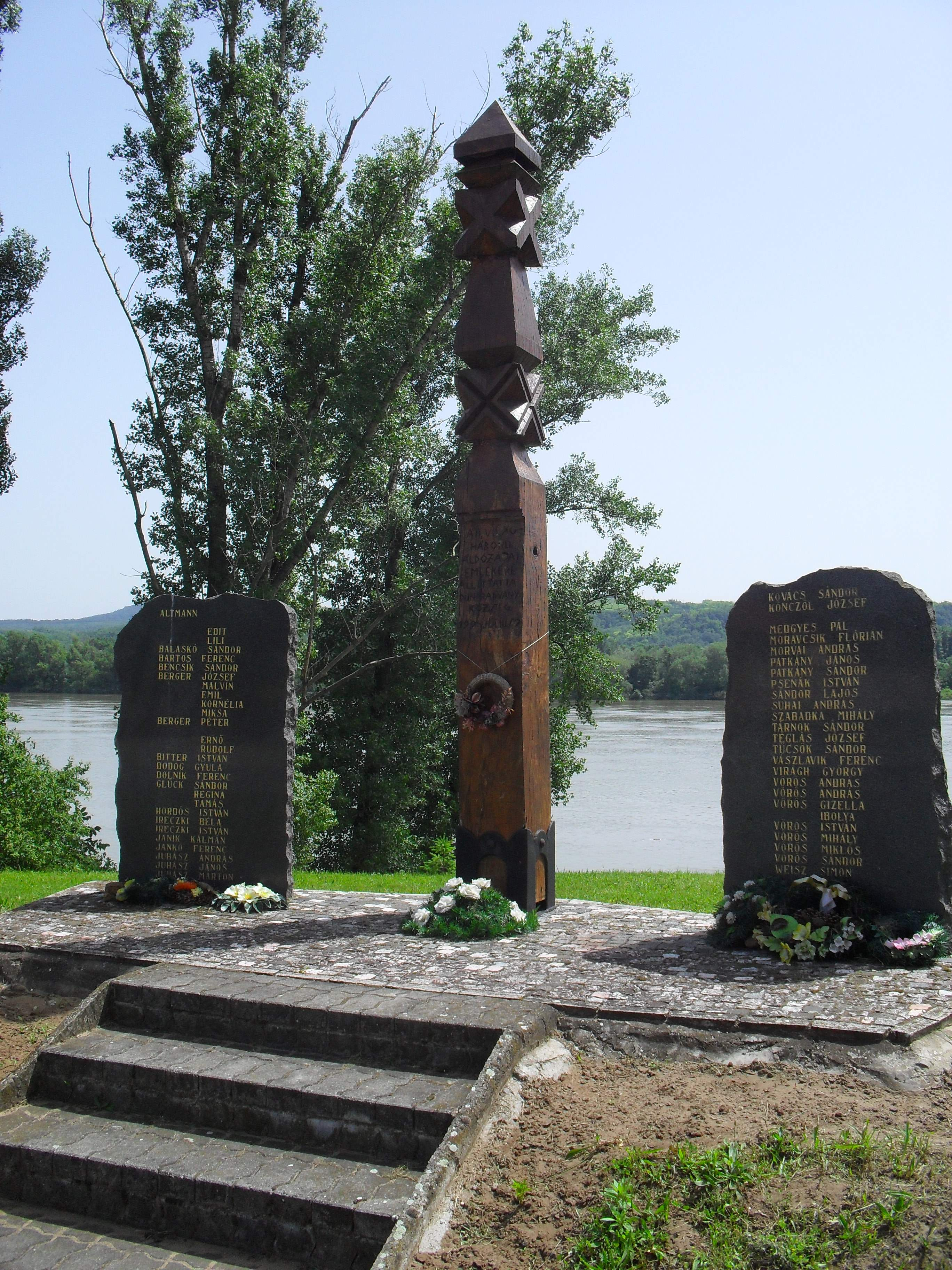
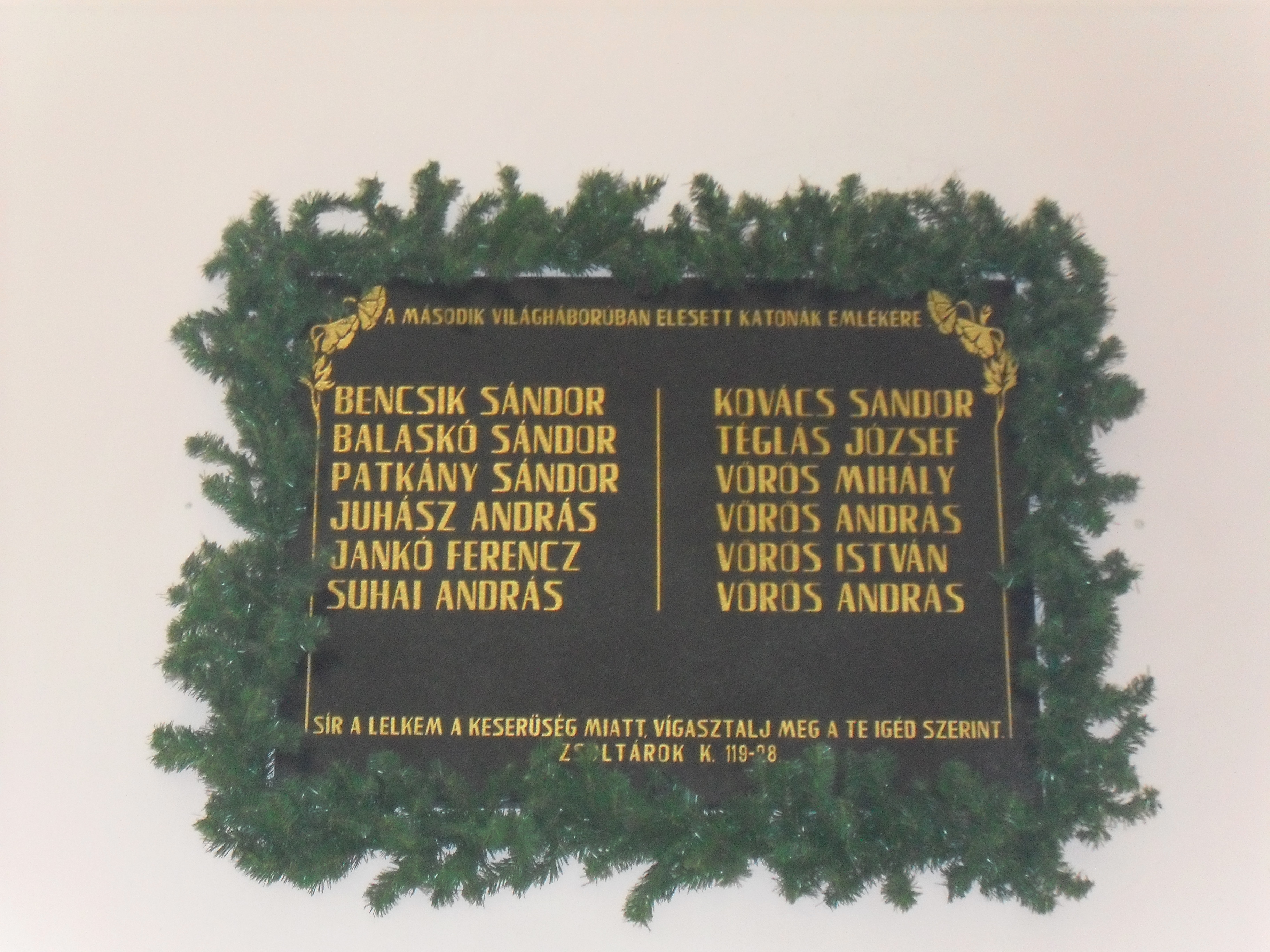
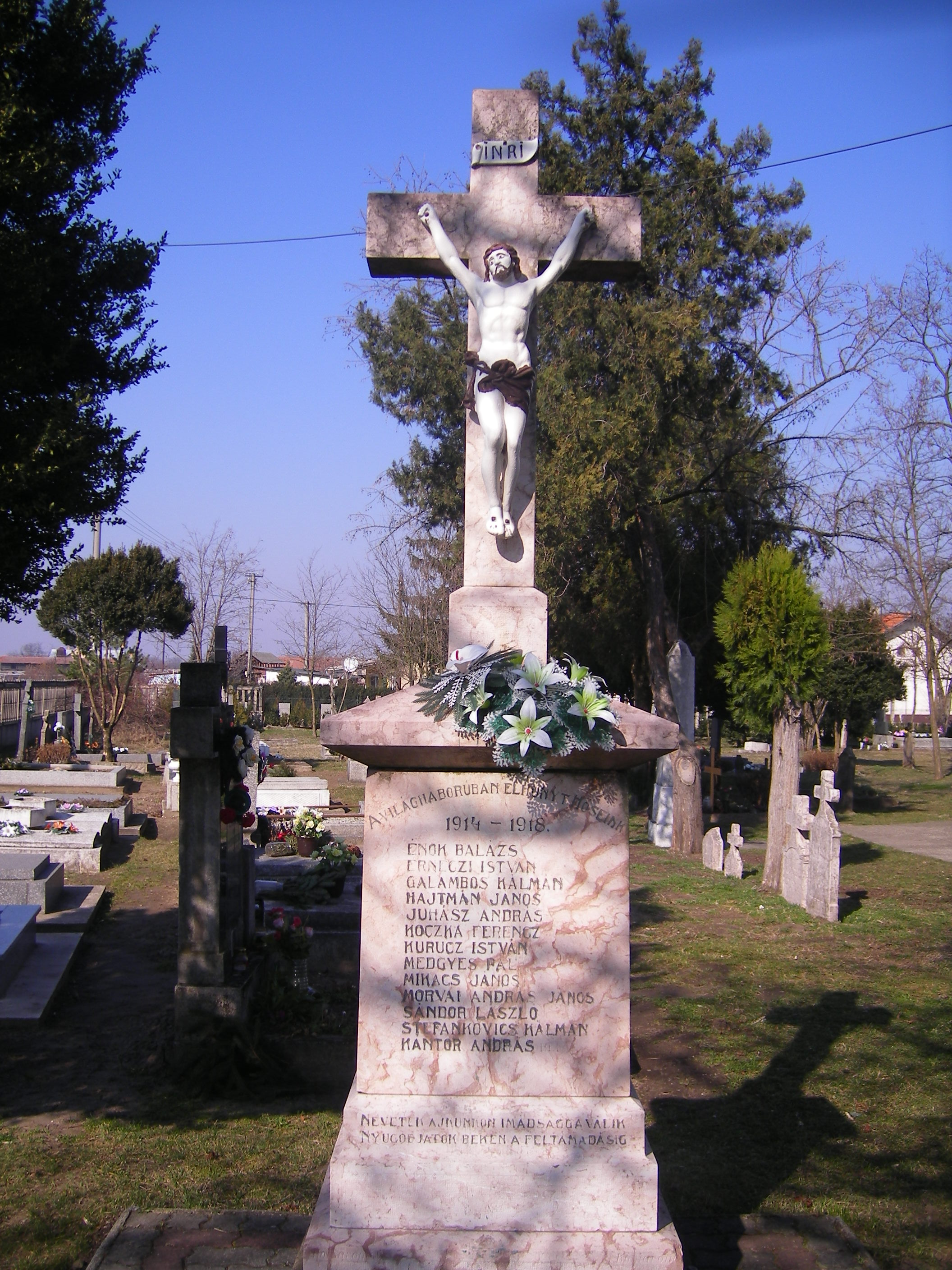

##### Ekel

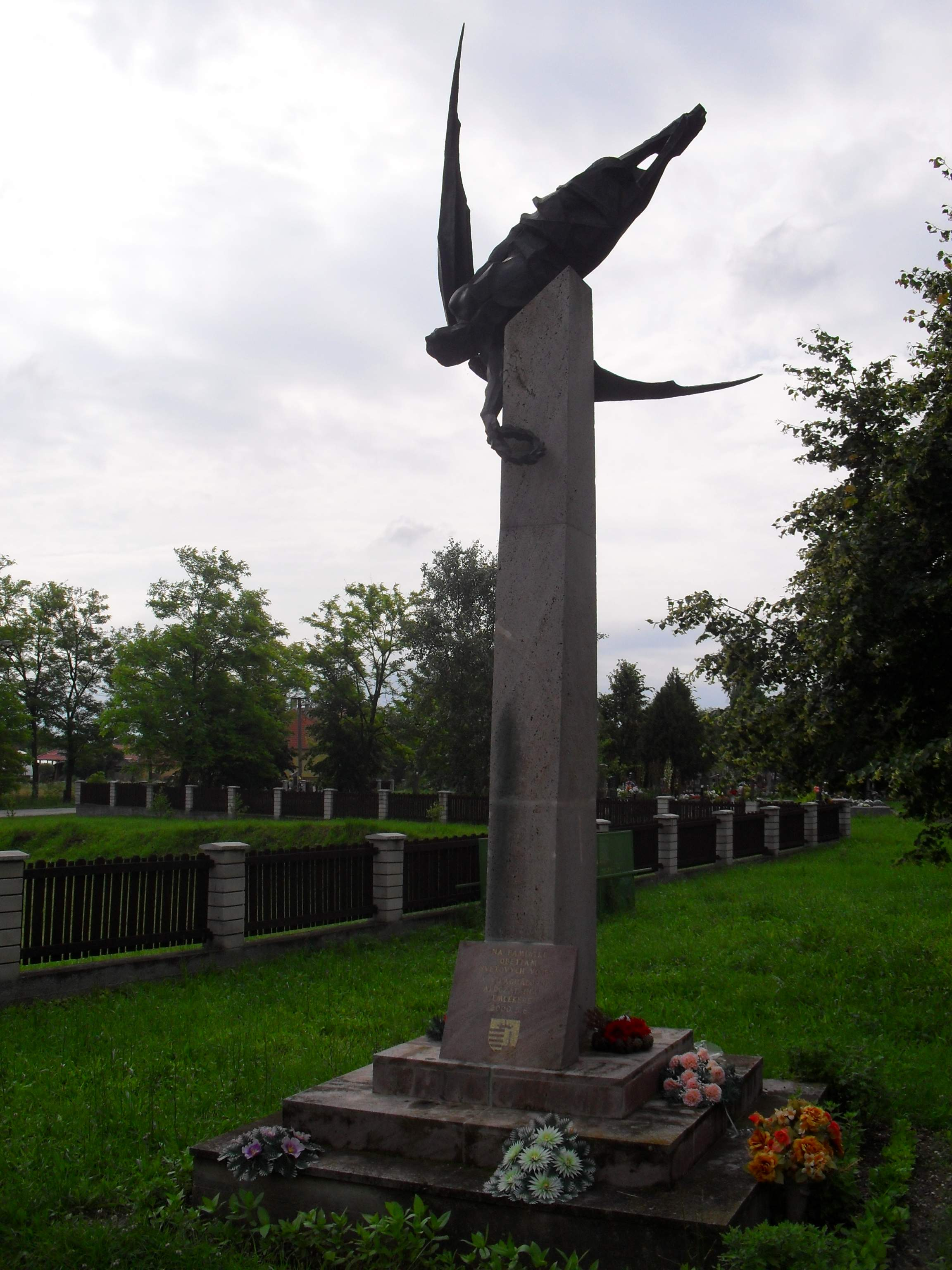

##### Gellér

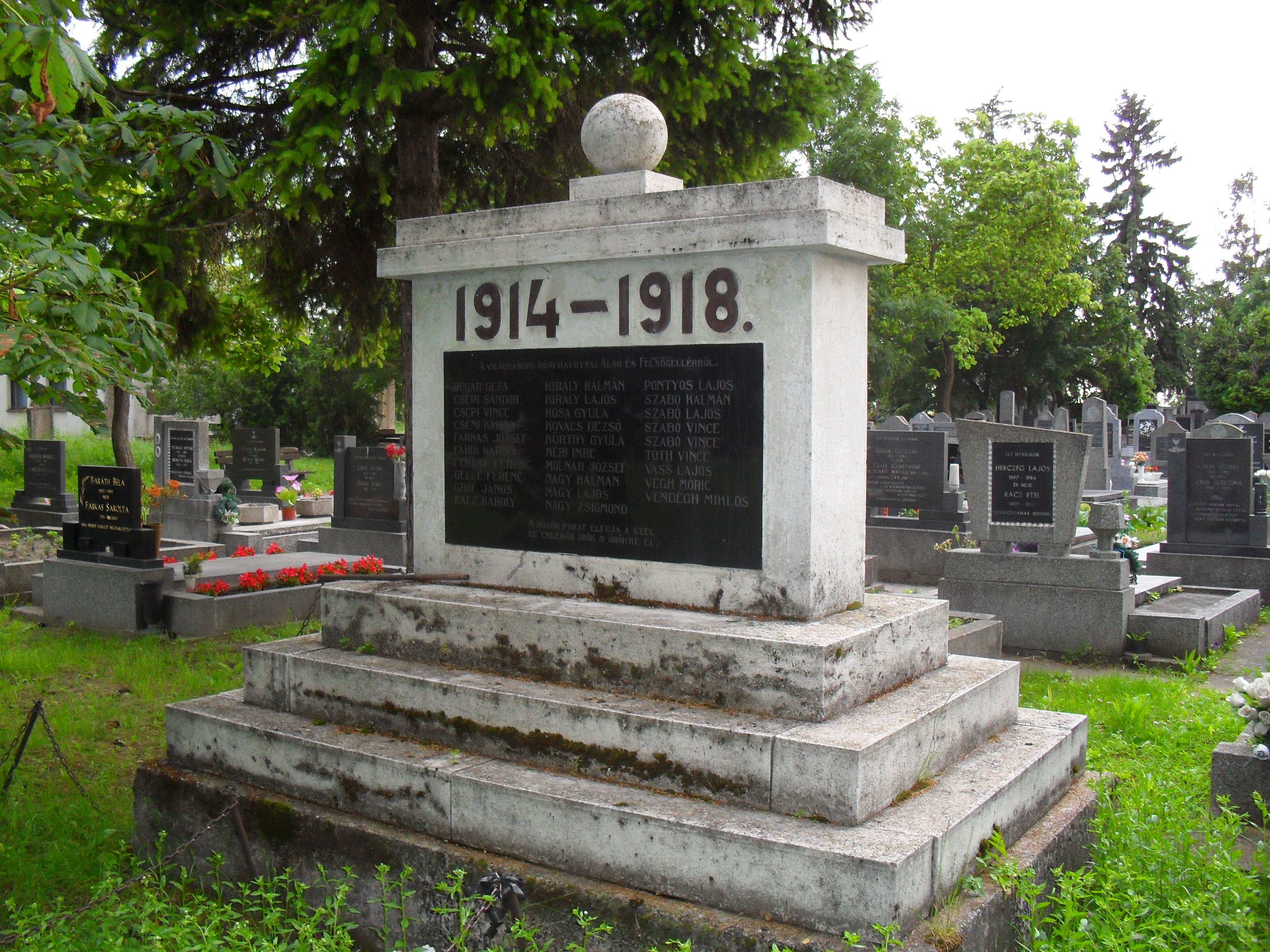
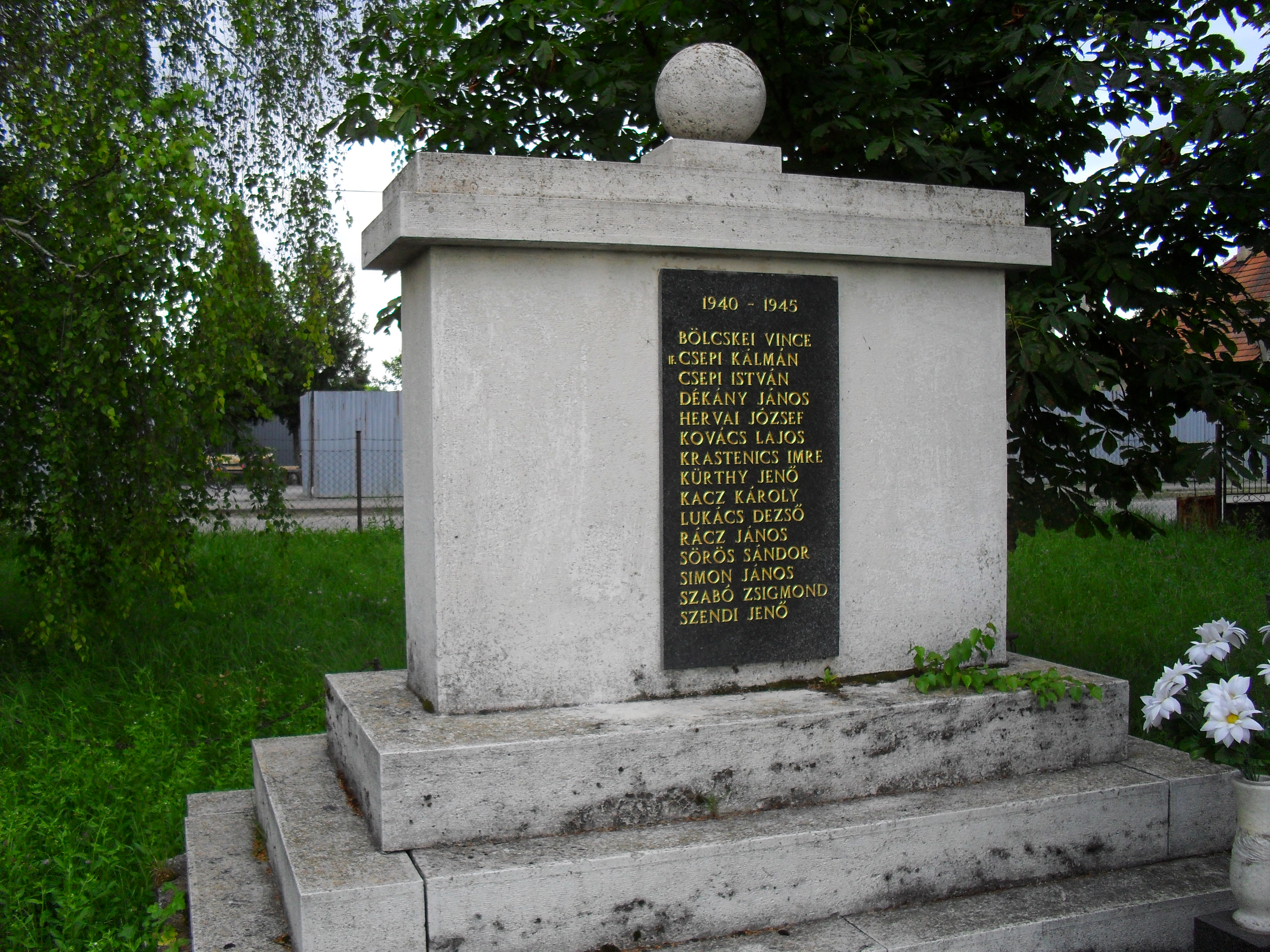
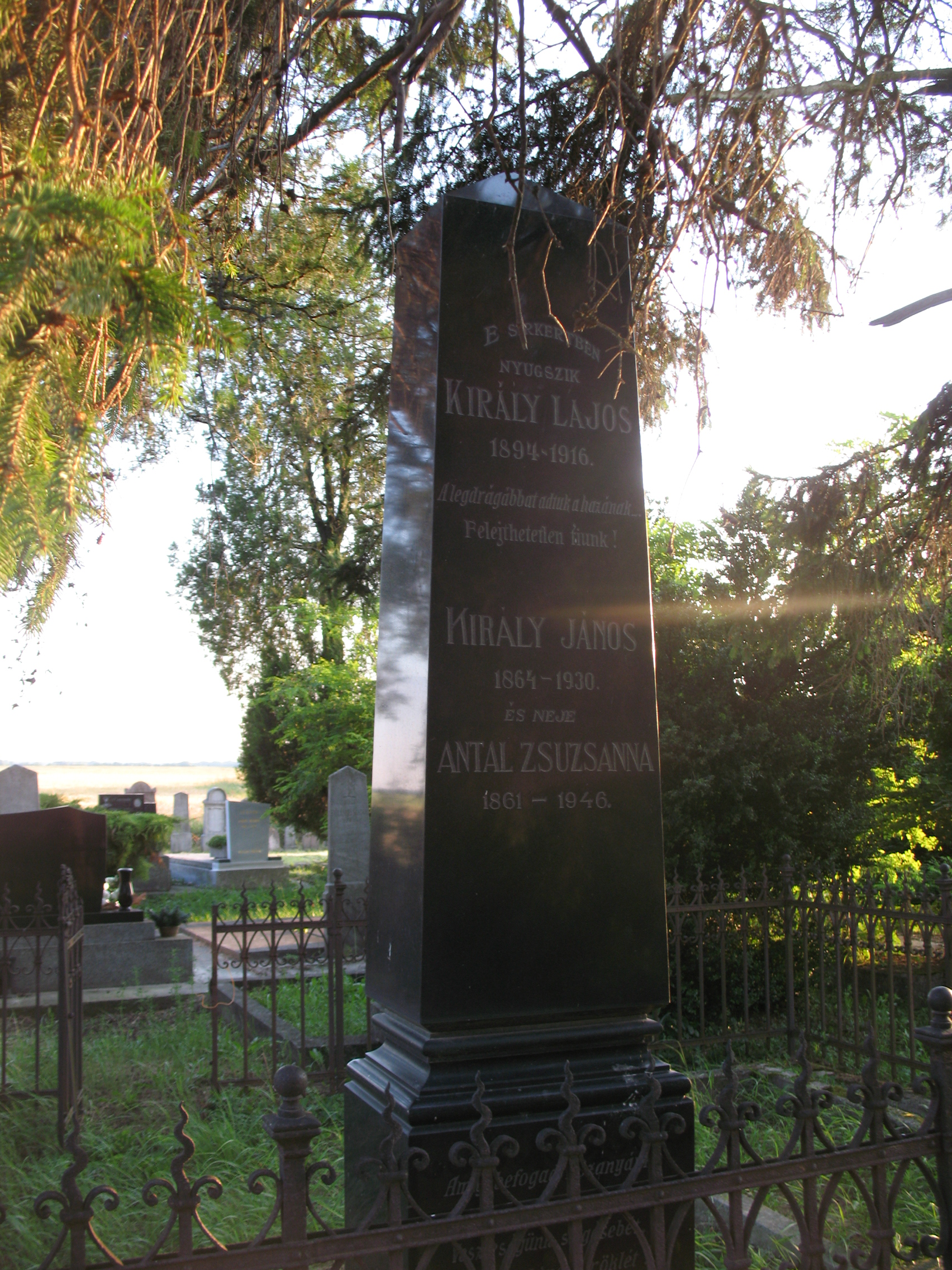

##### Gúta

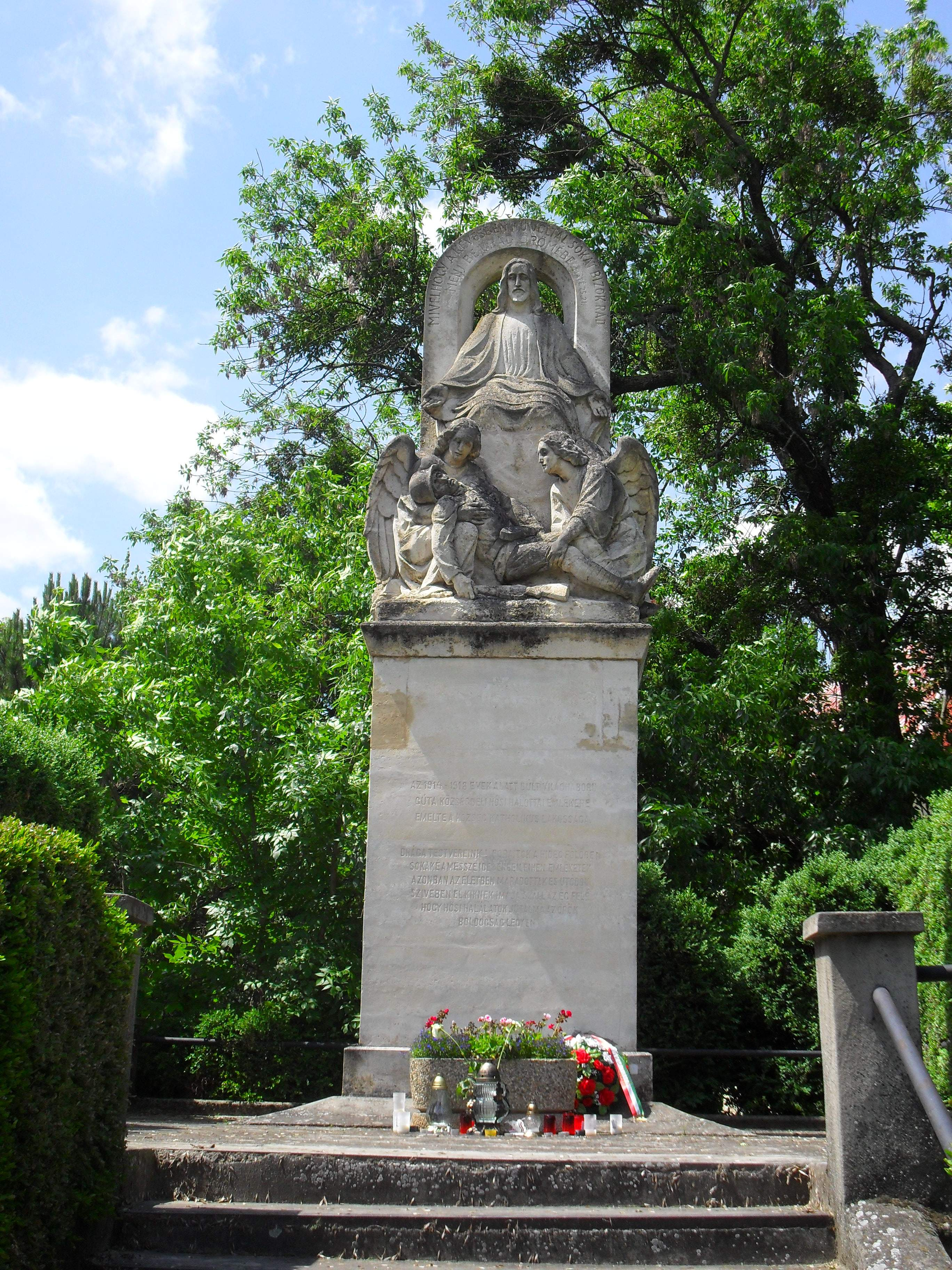
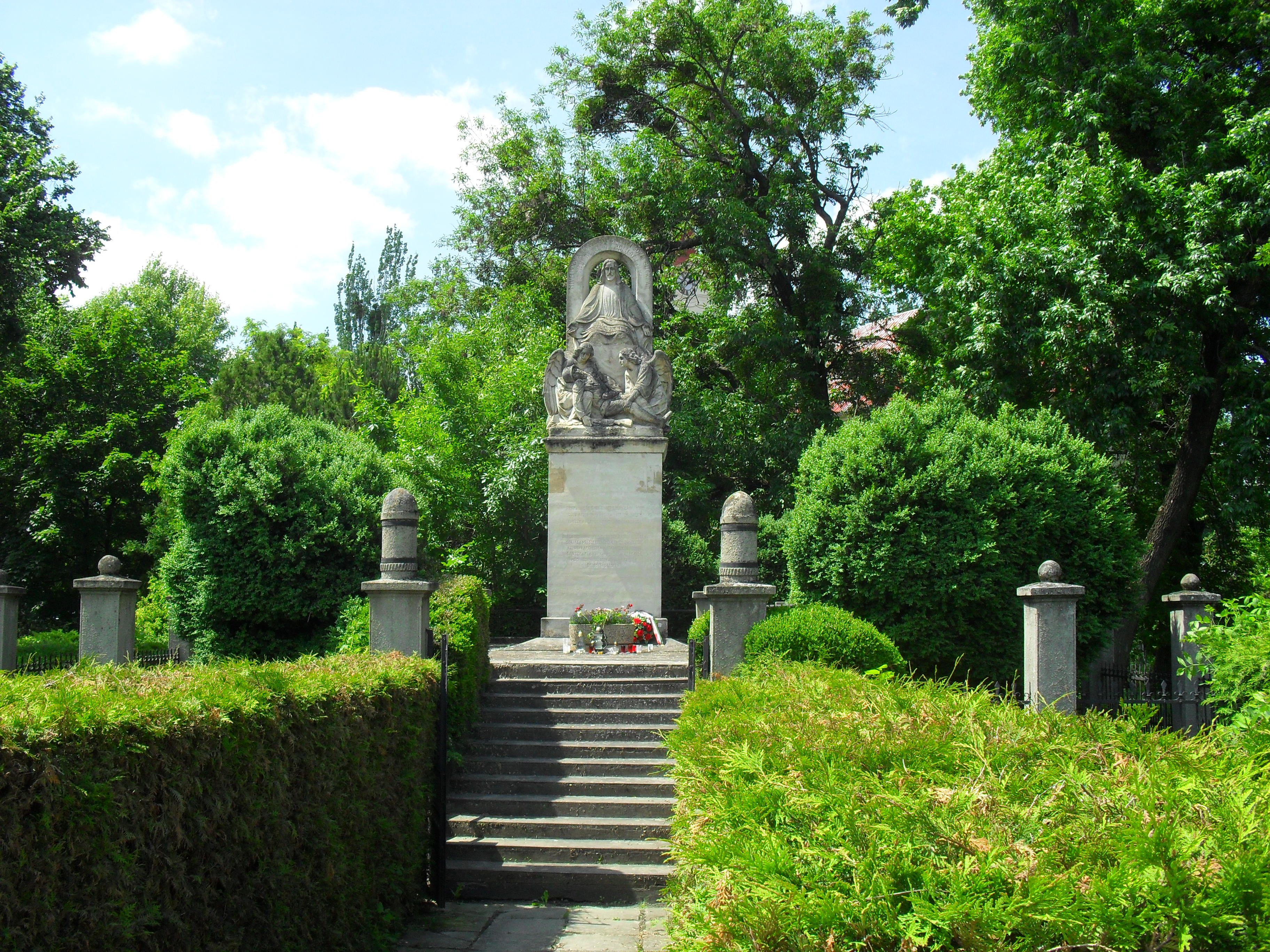
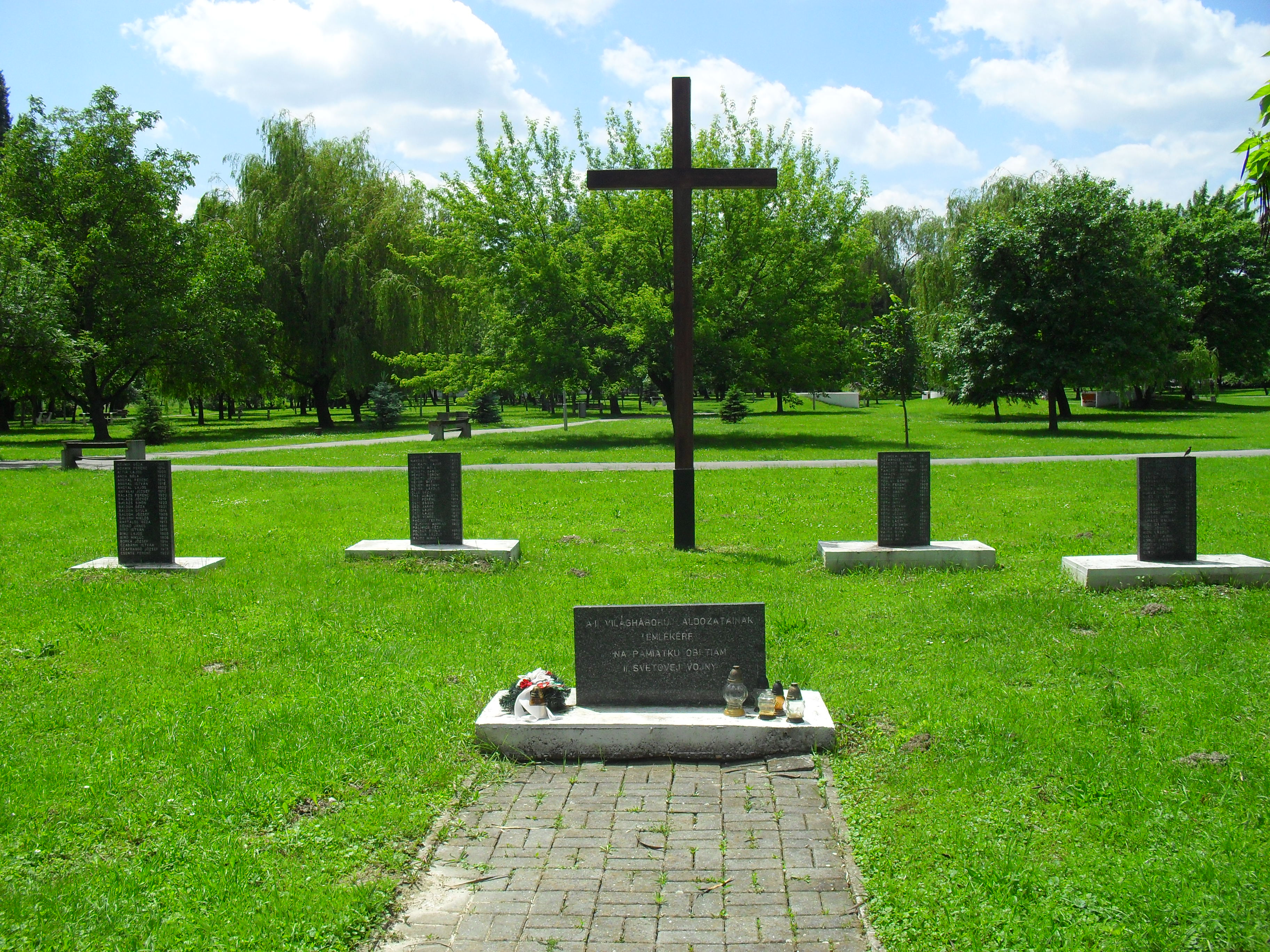
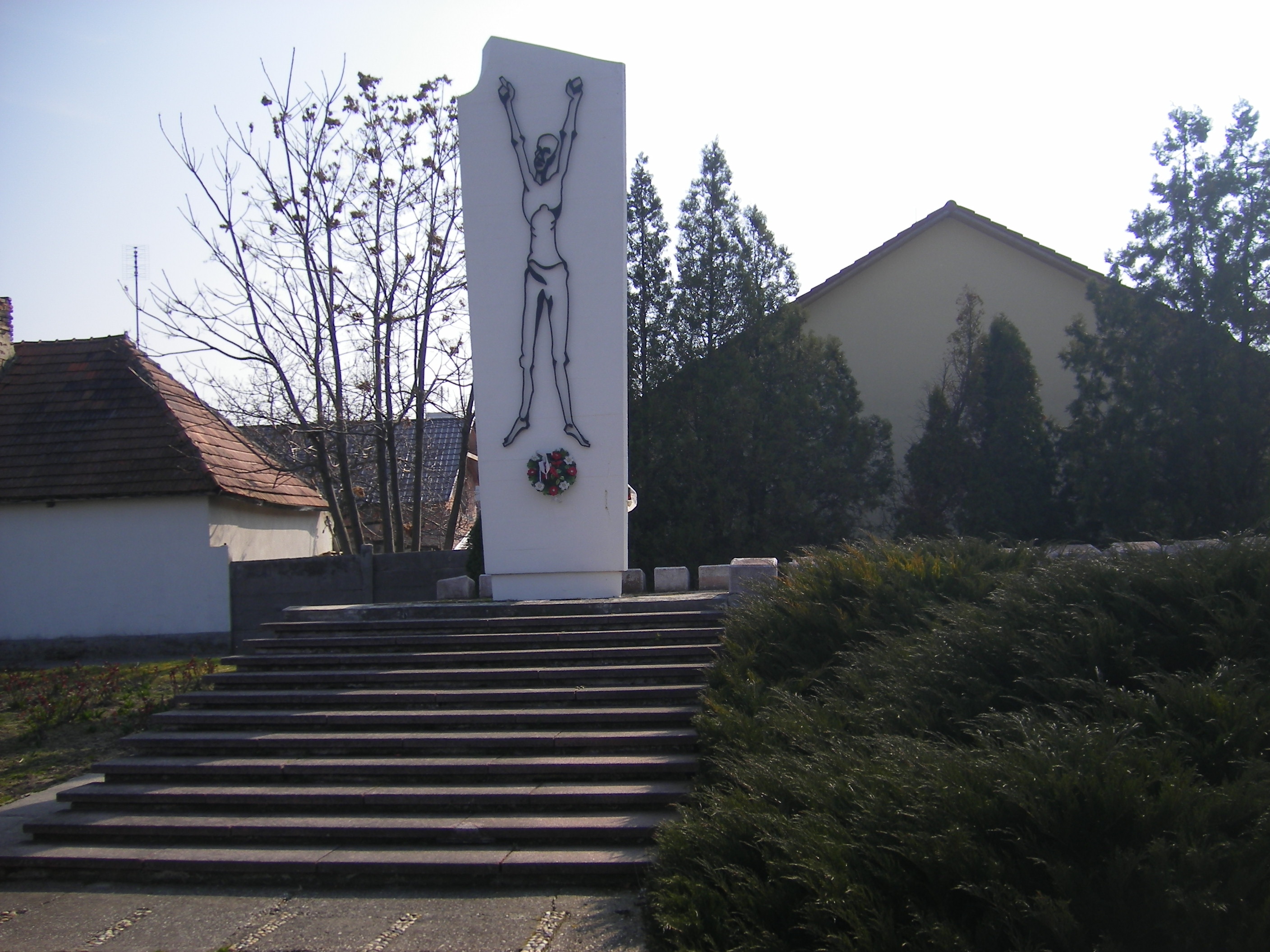
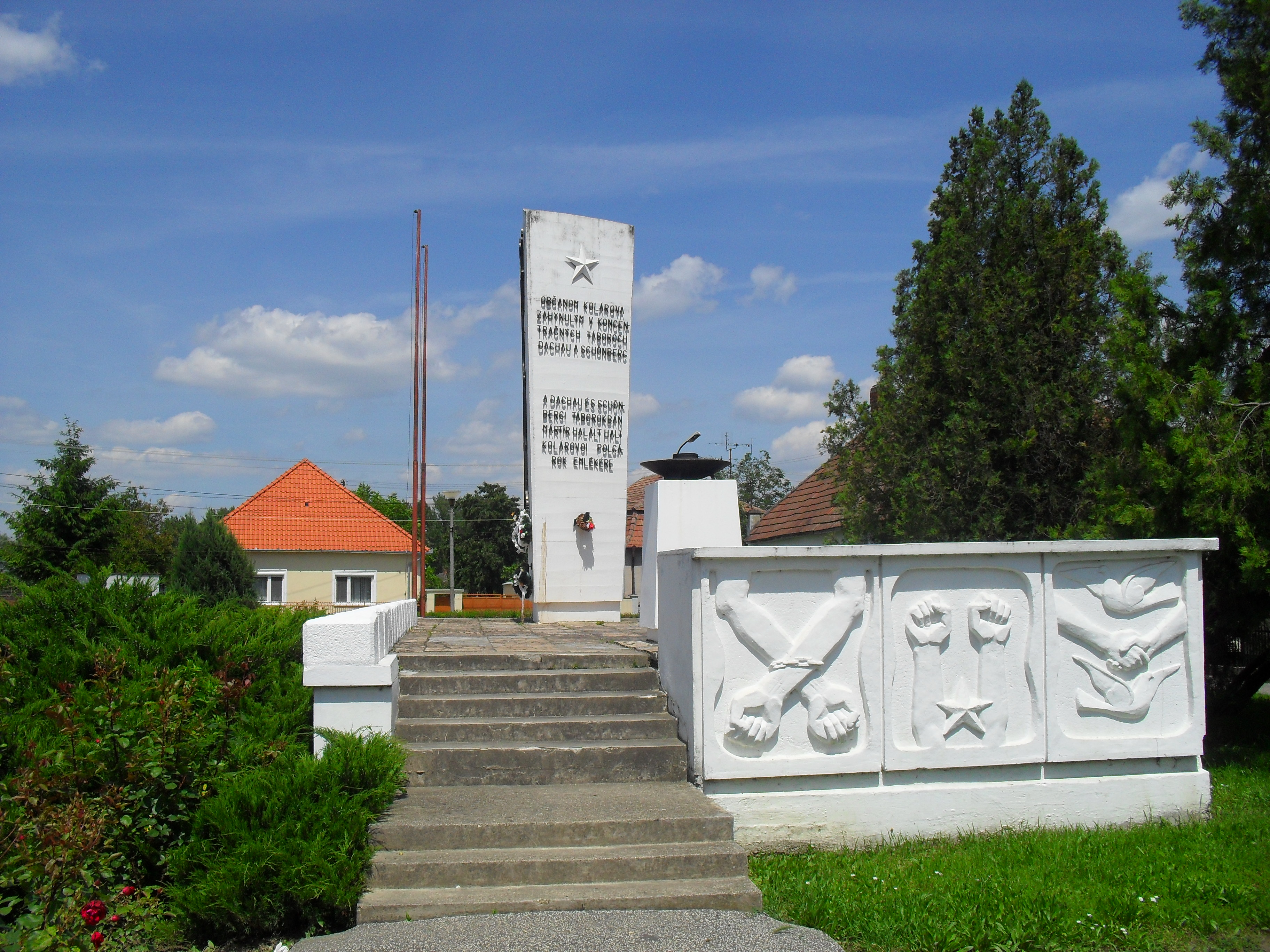

##### Hetény

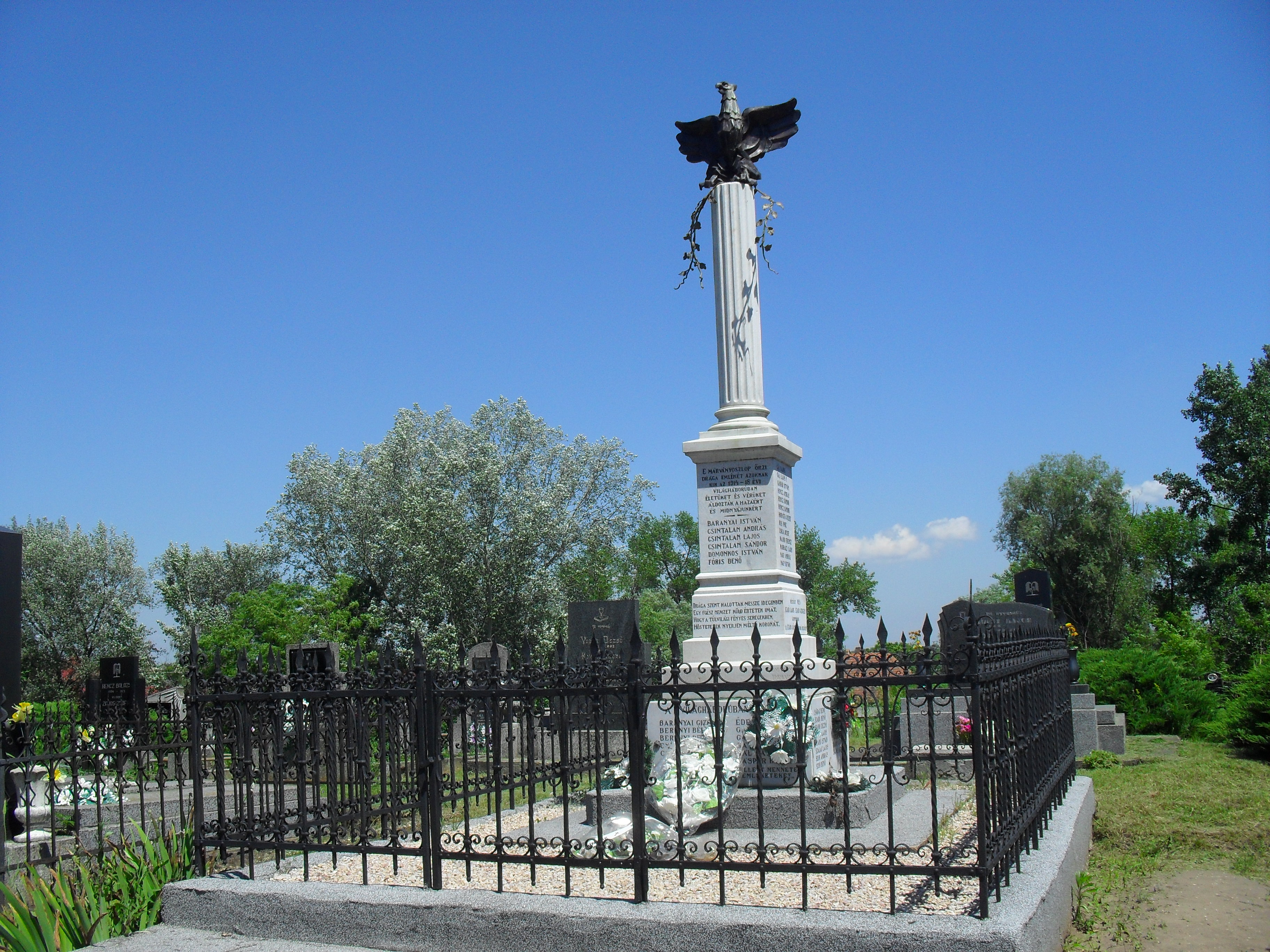
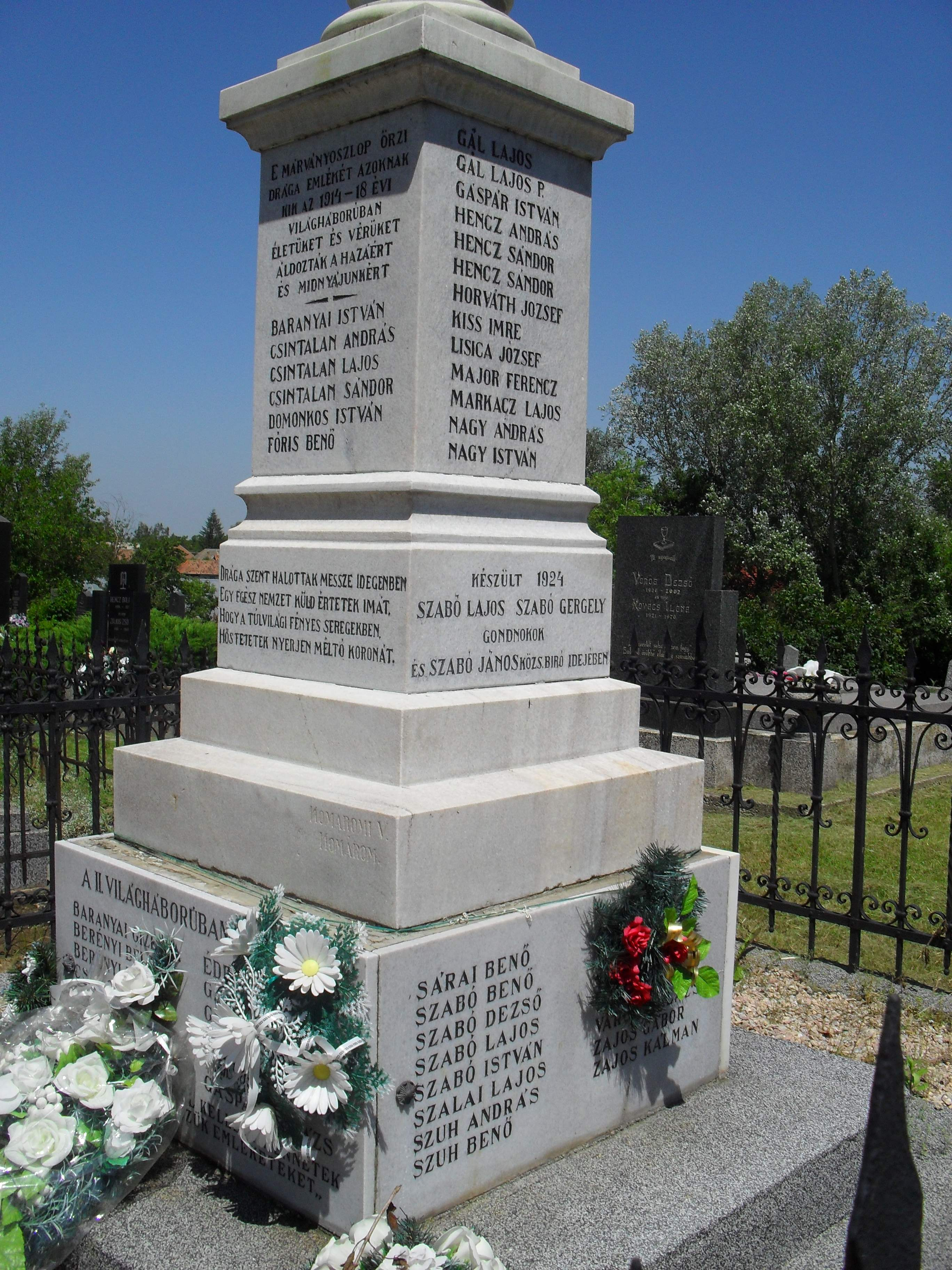

##### Izsa

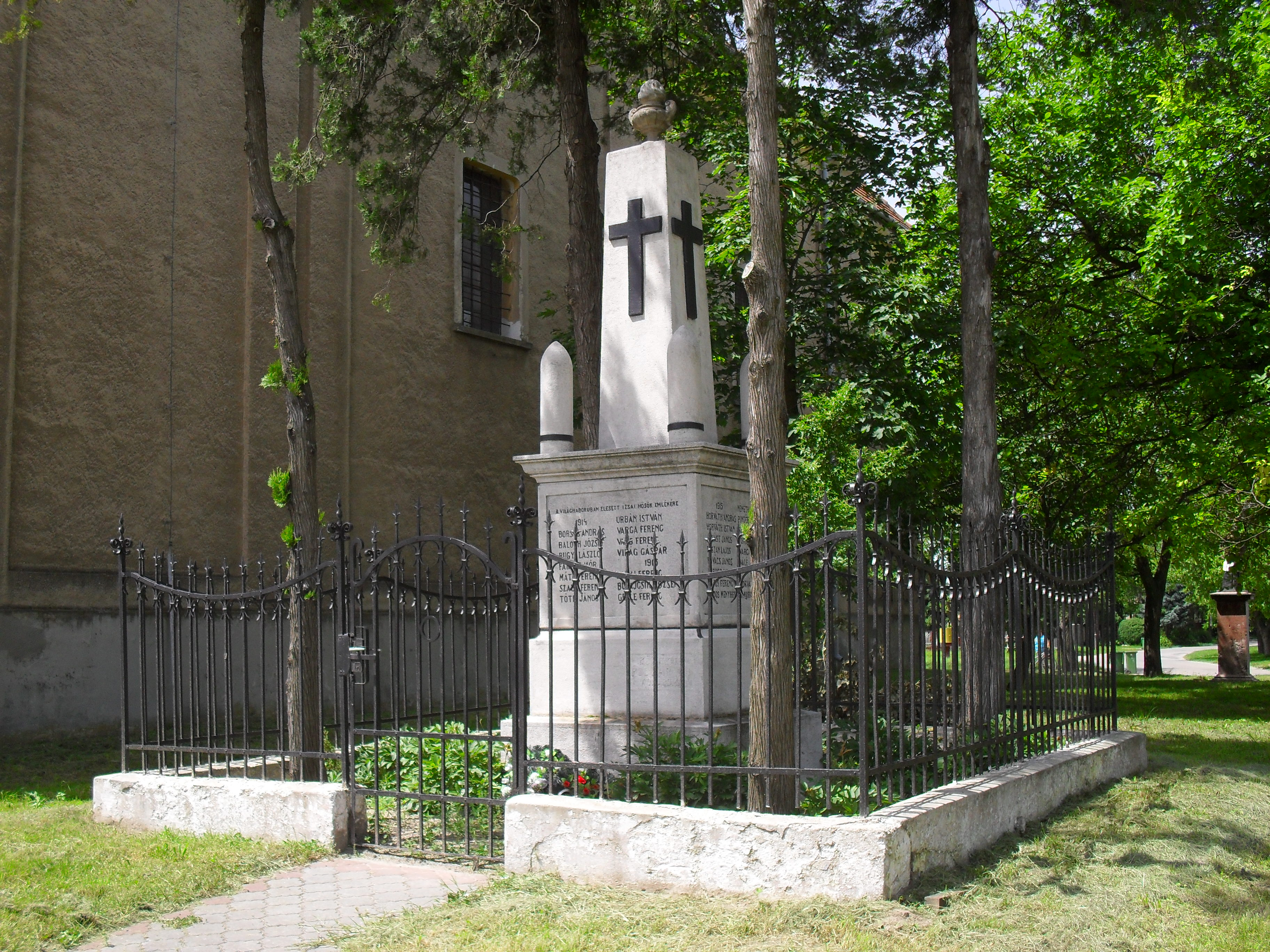
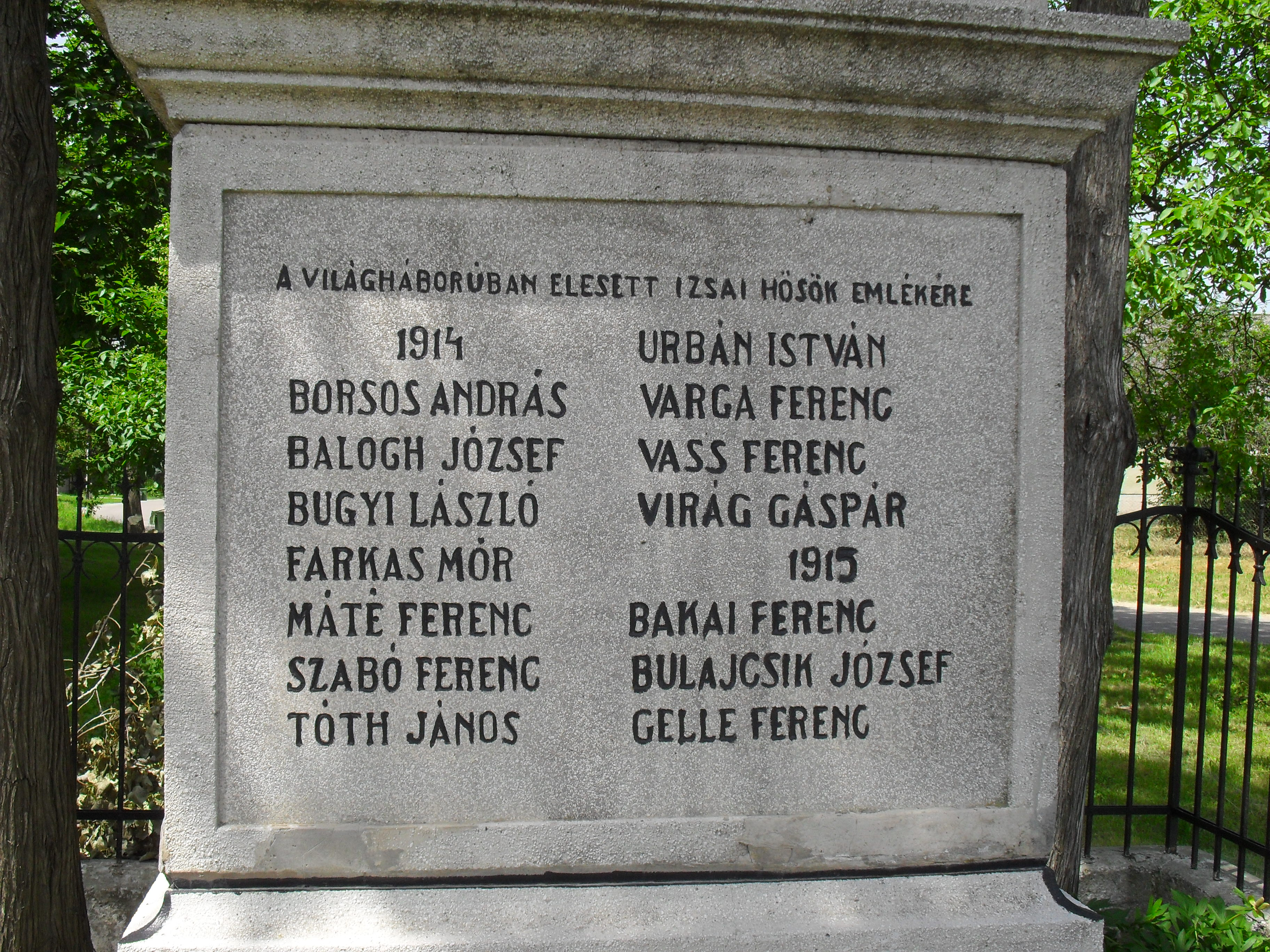
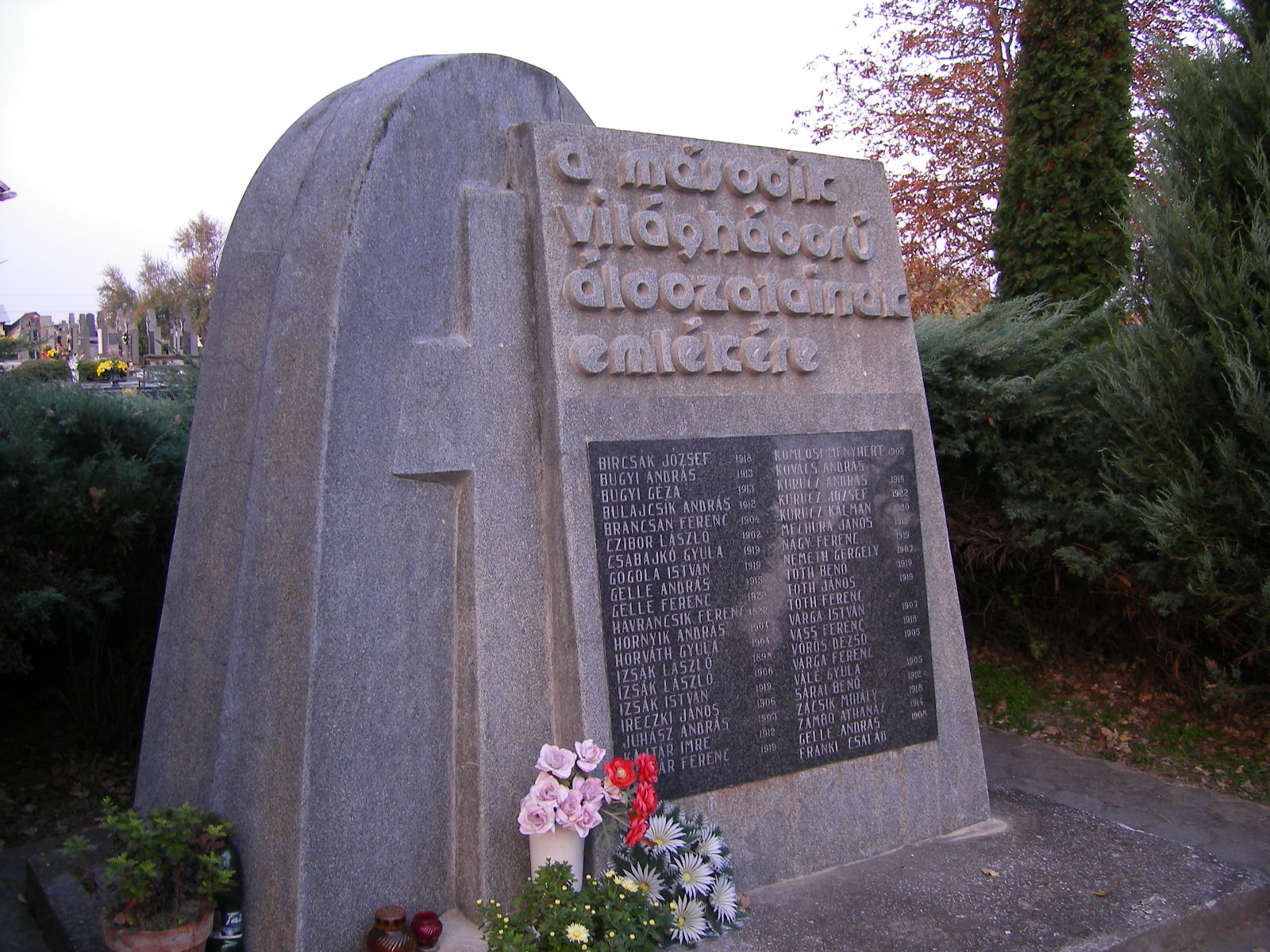

##### Ímely

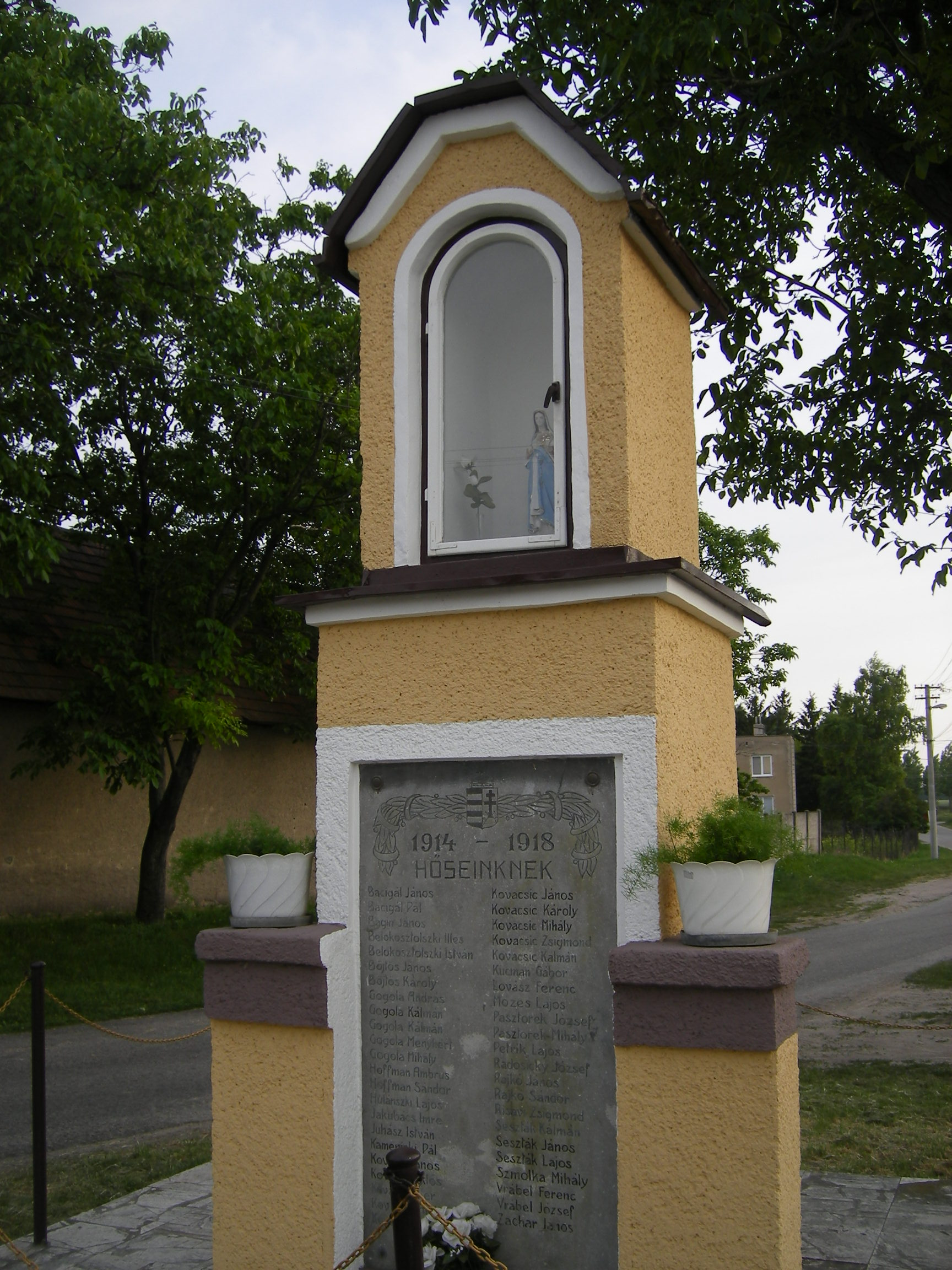
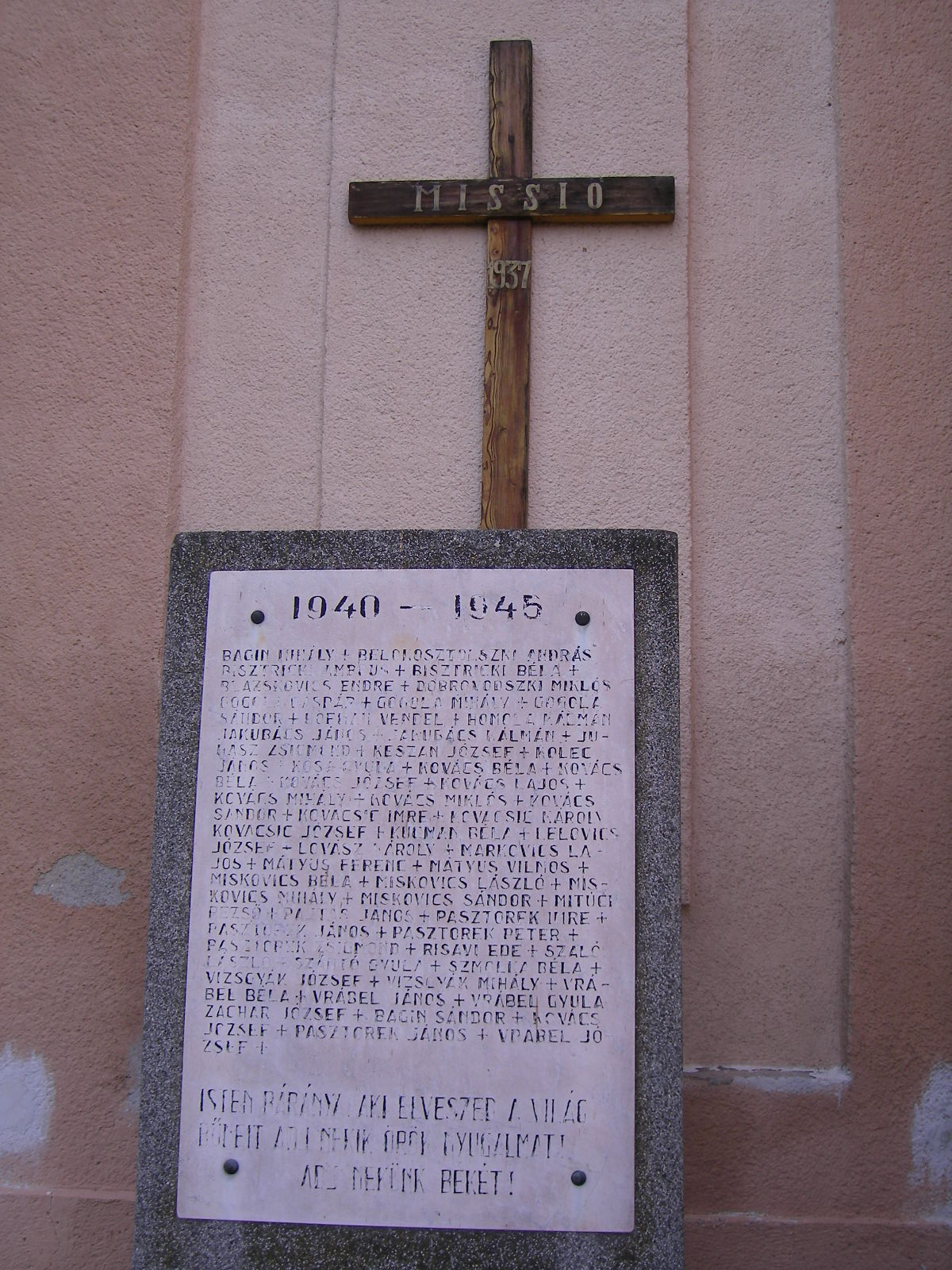

##### Keszegfalva

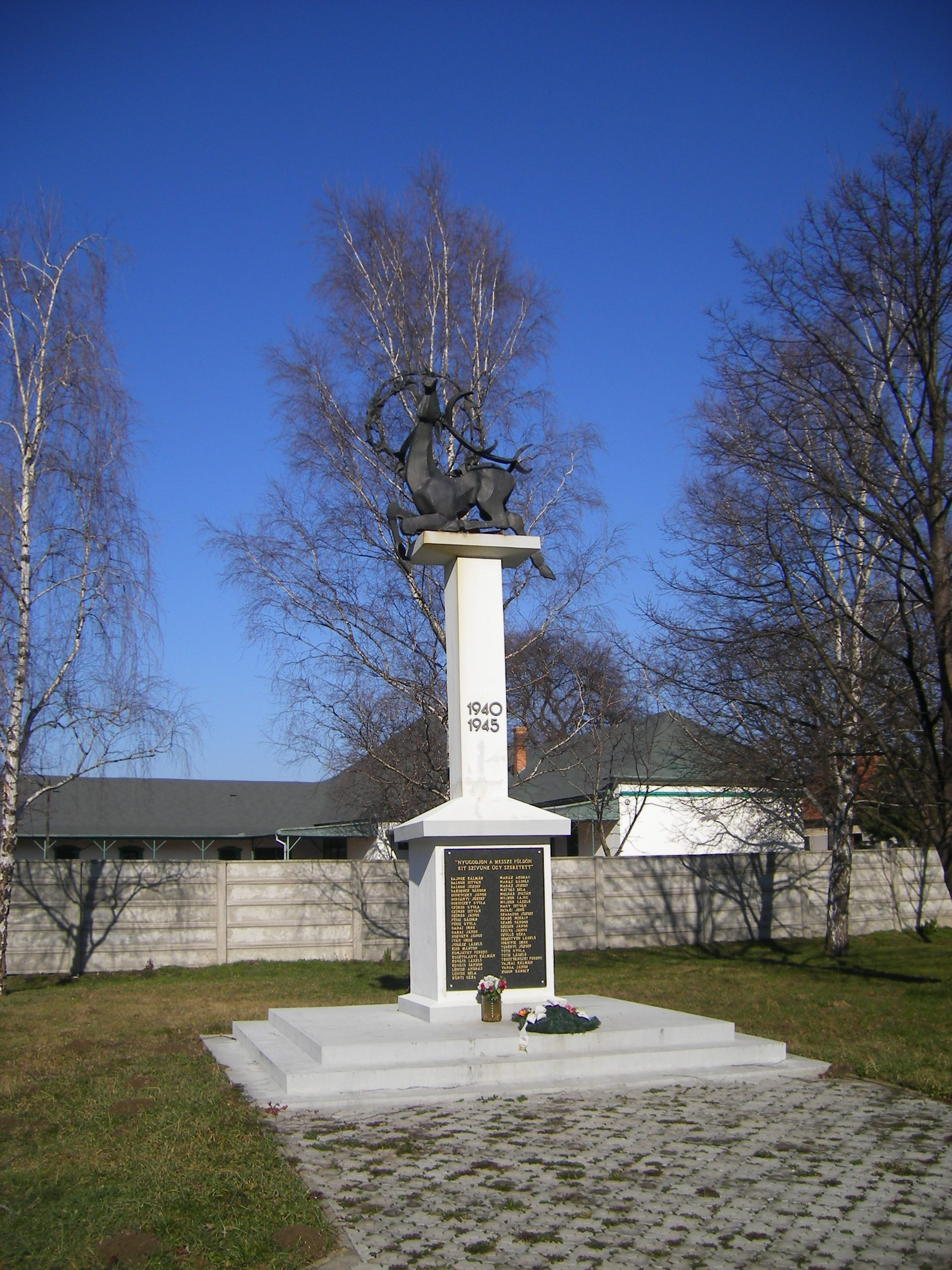
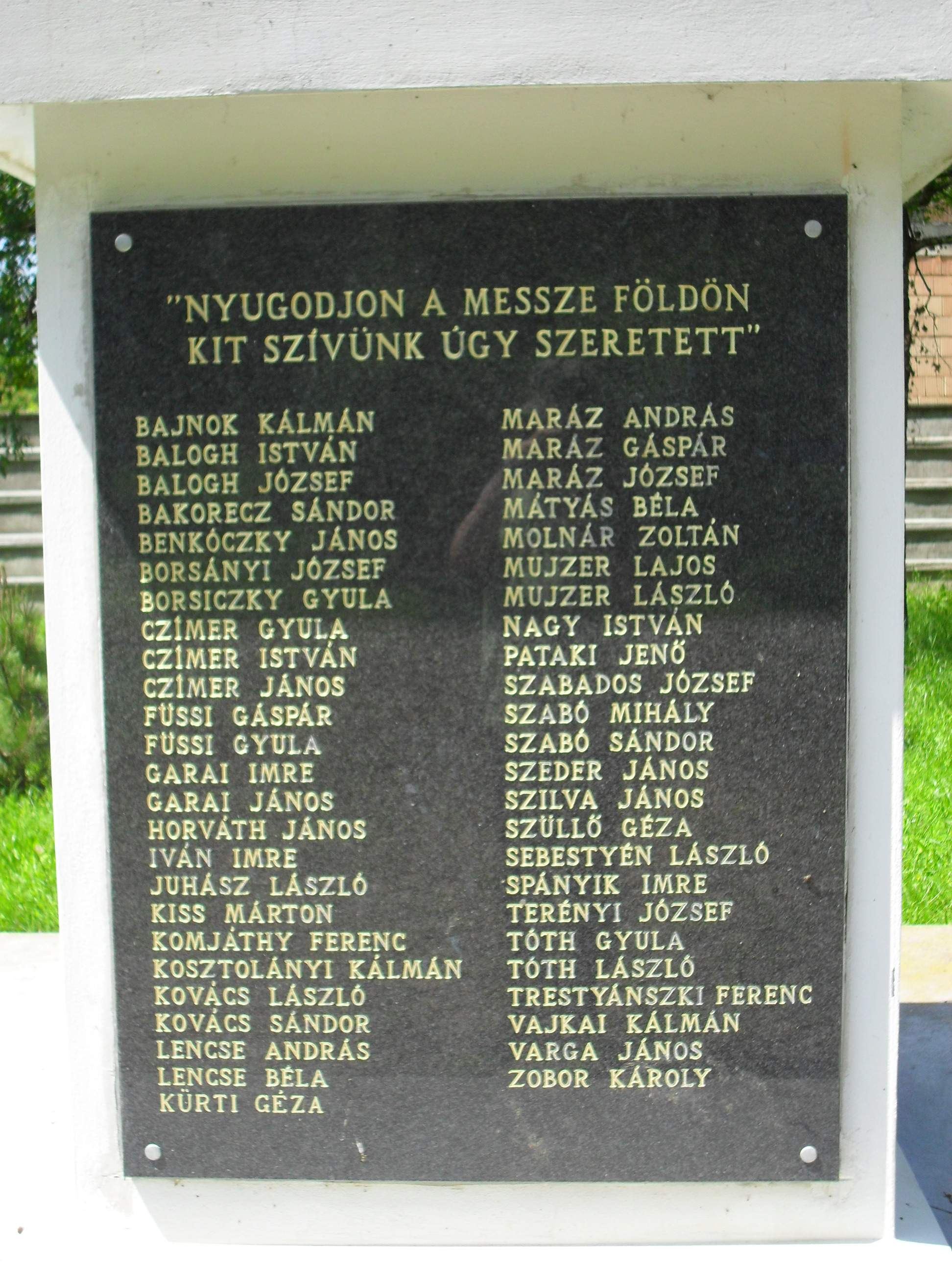
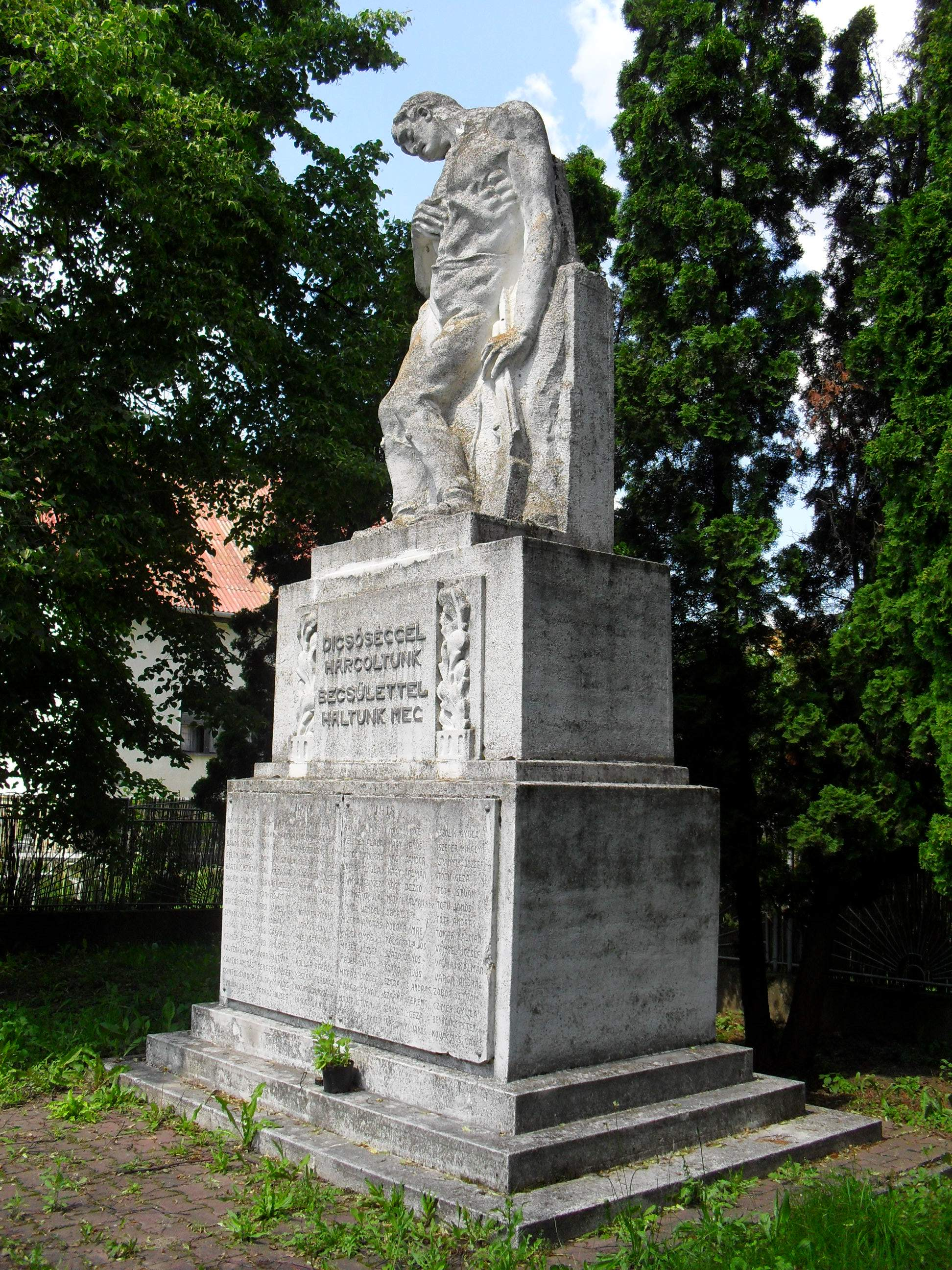
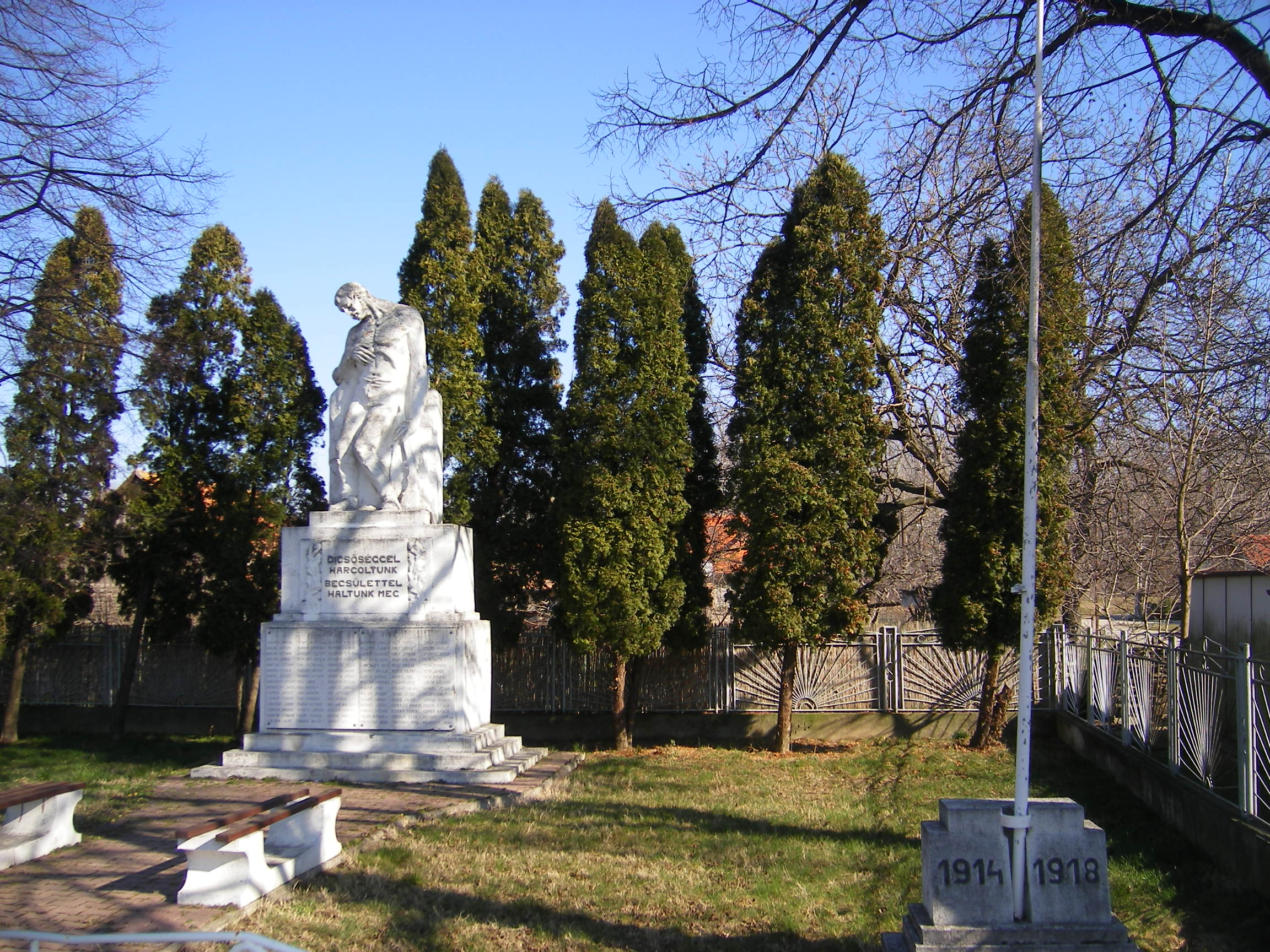

##### Kolozsnéma

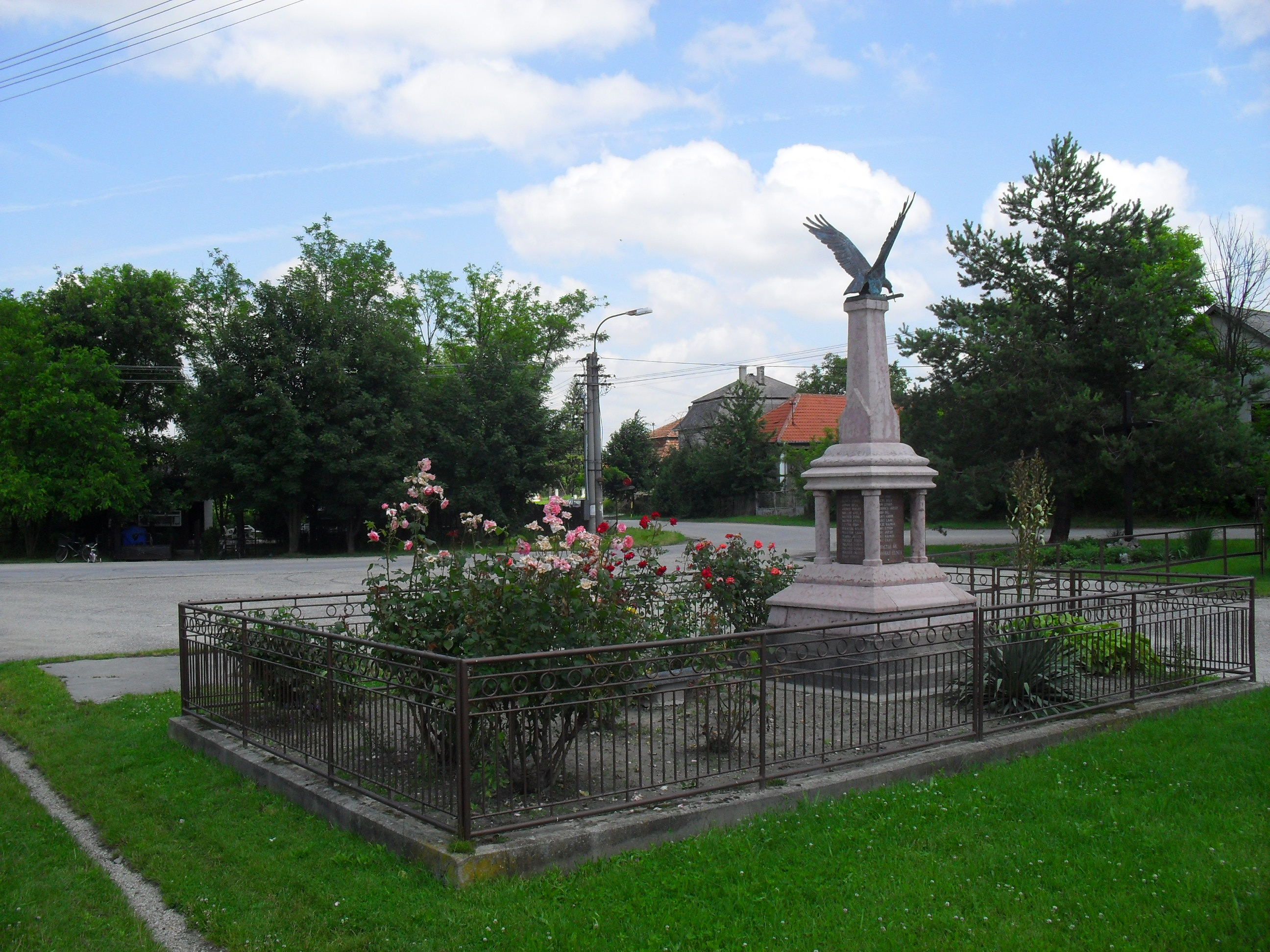
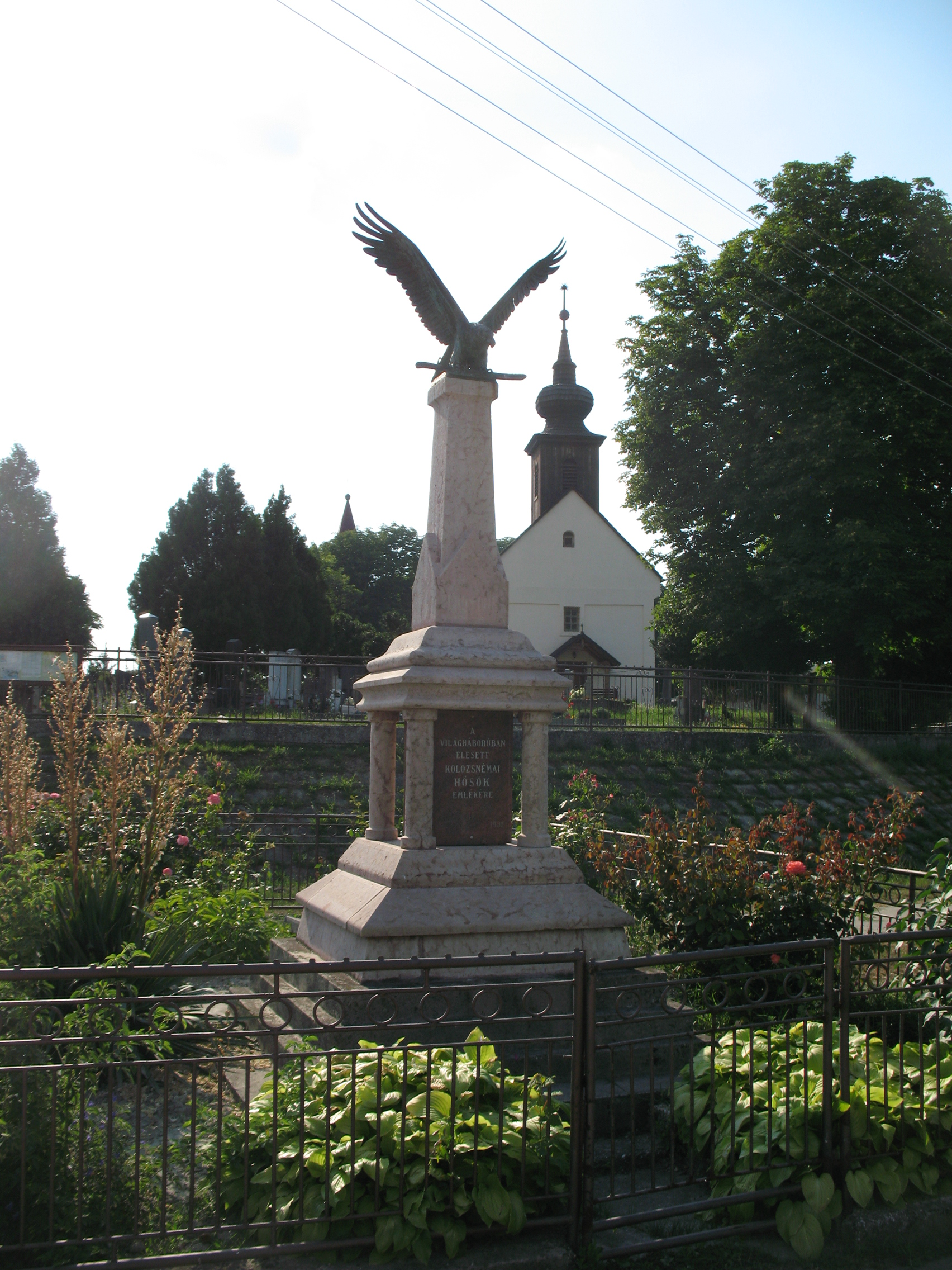
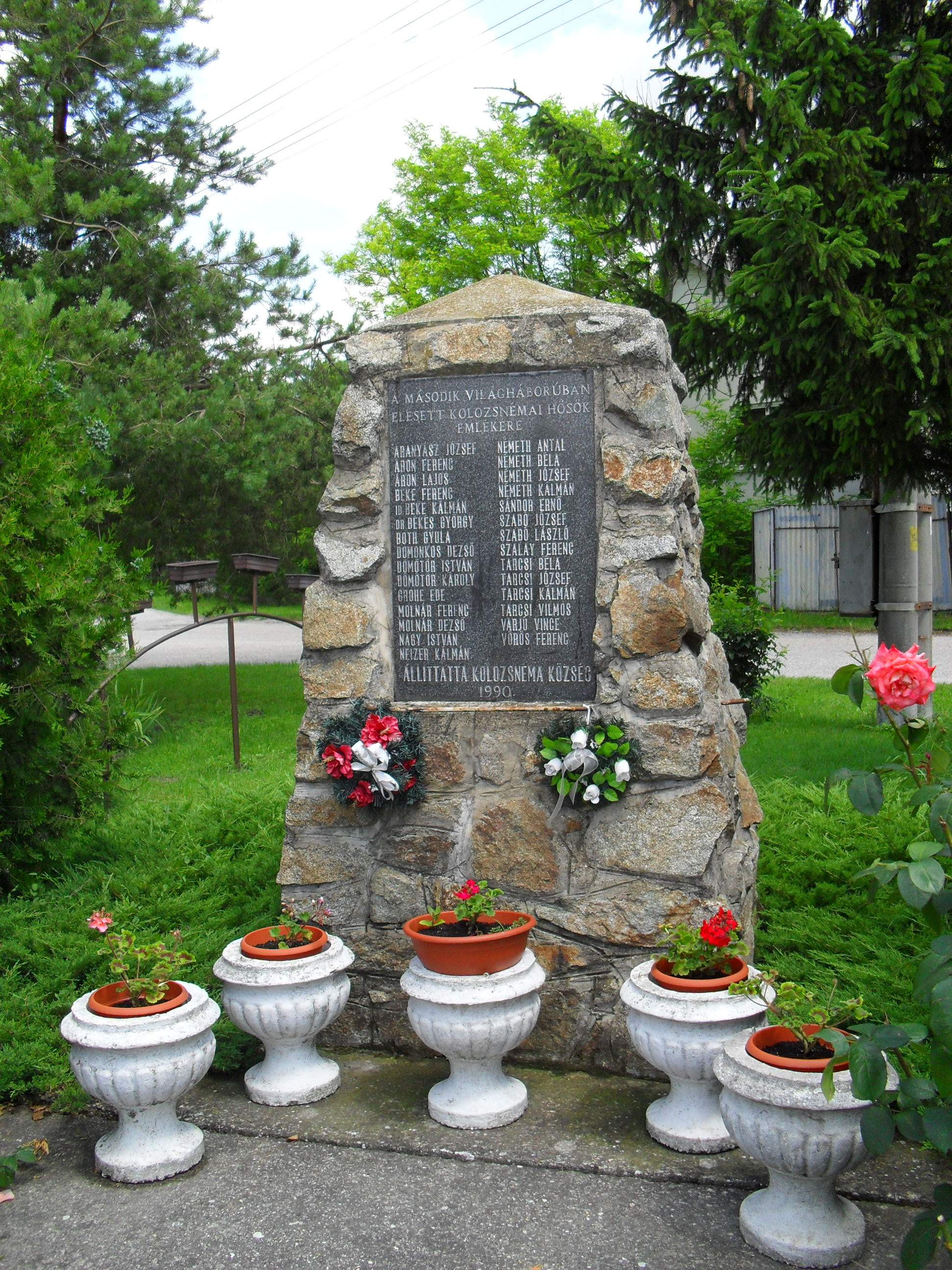

##### Komáromfüss

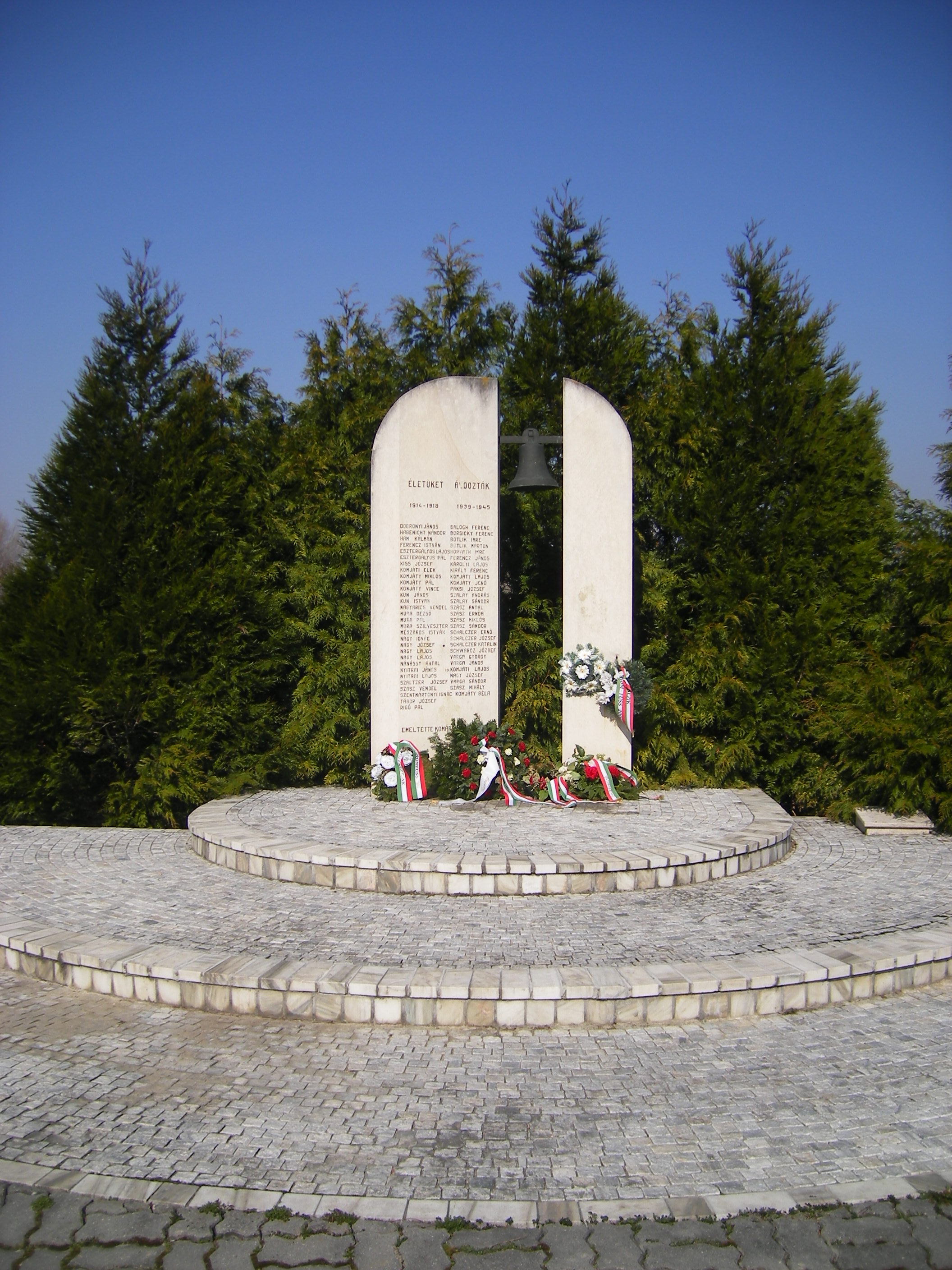
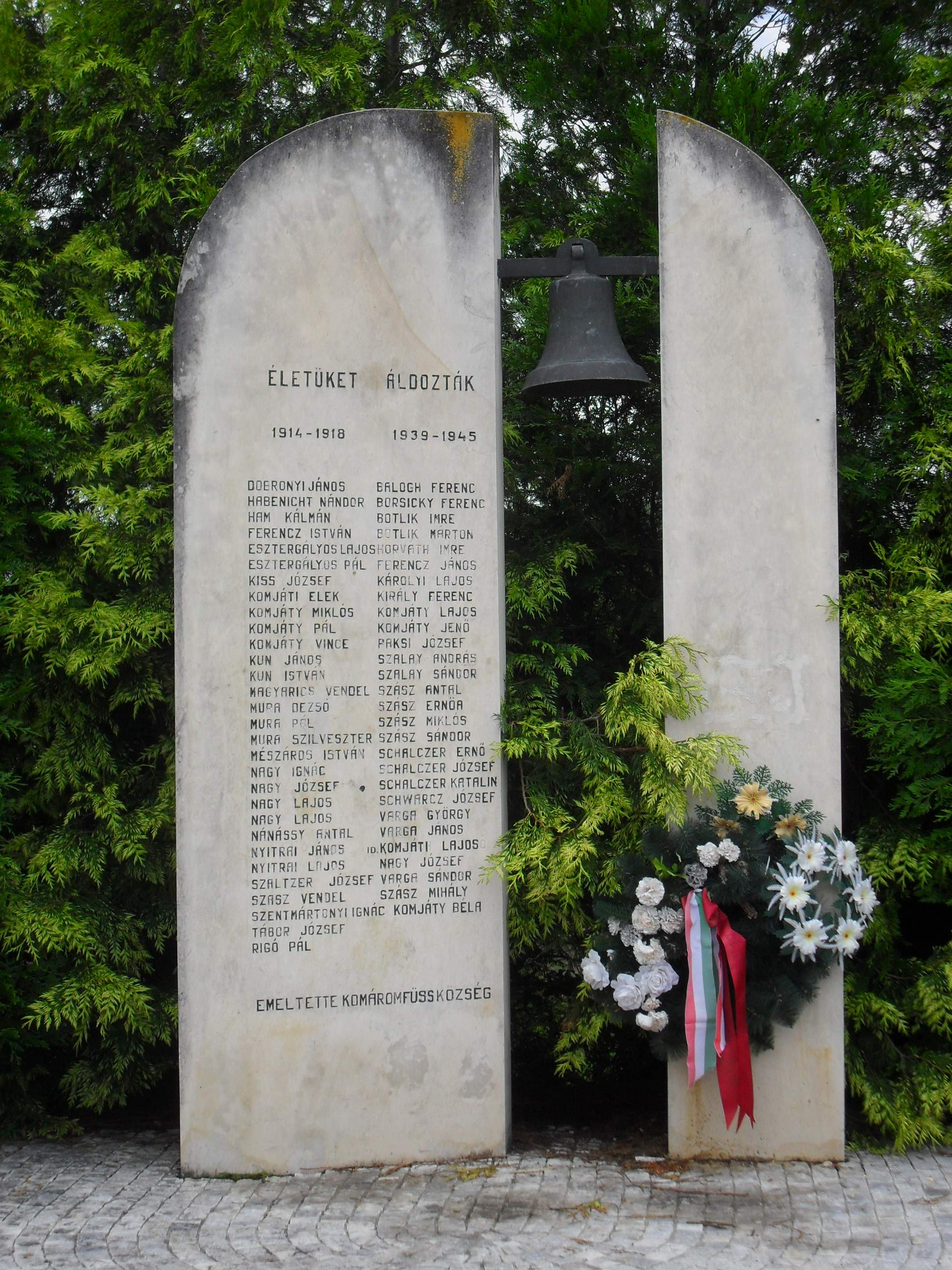

##### Komáromszentpéter

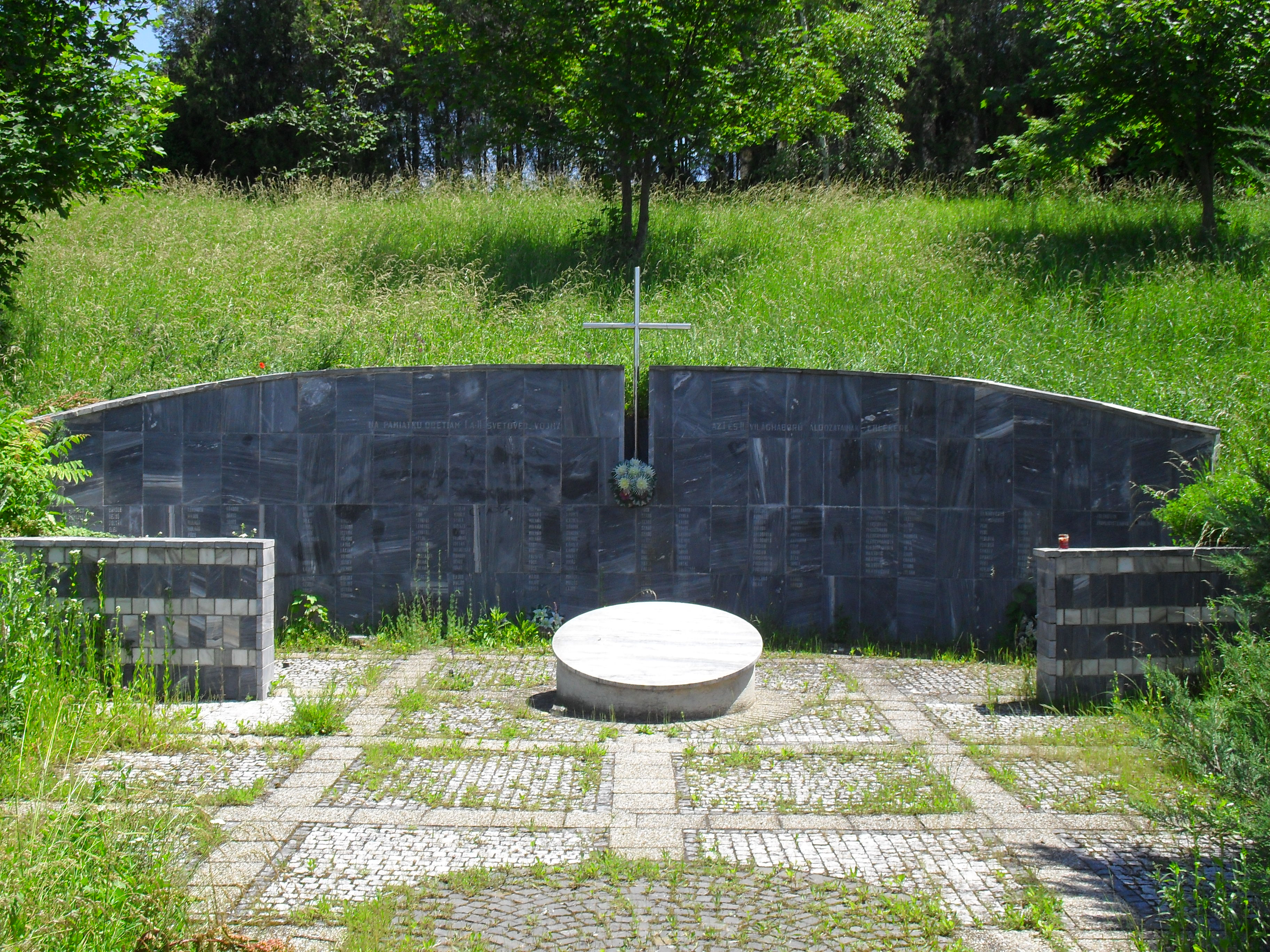
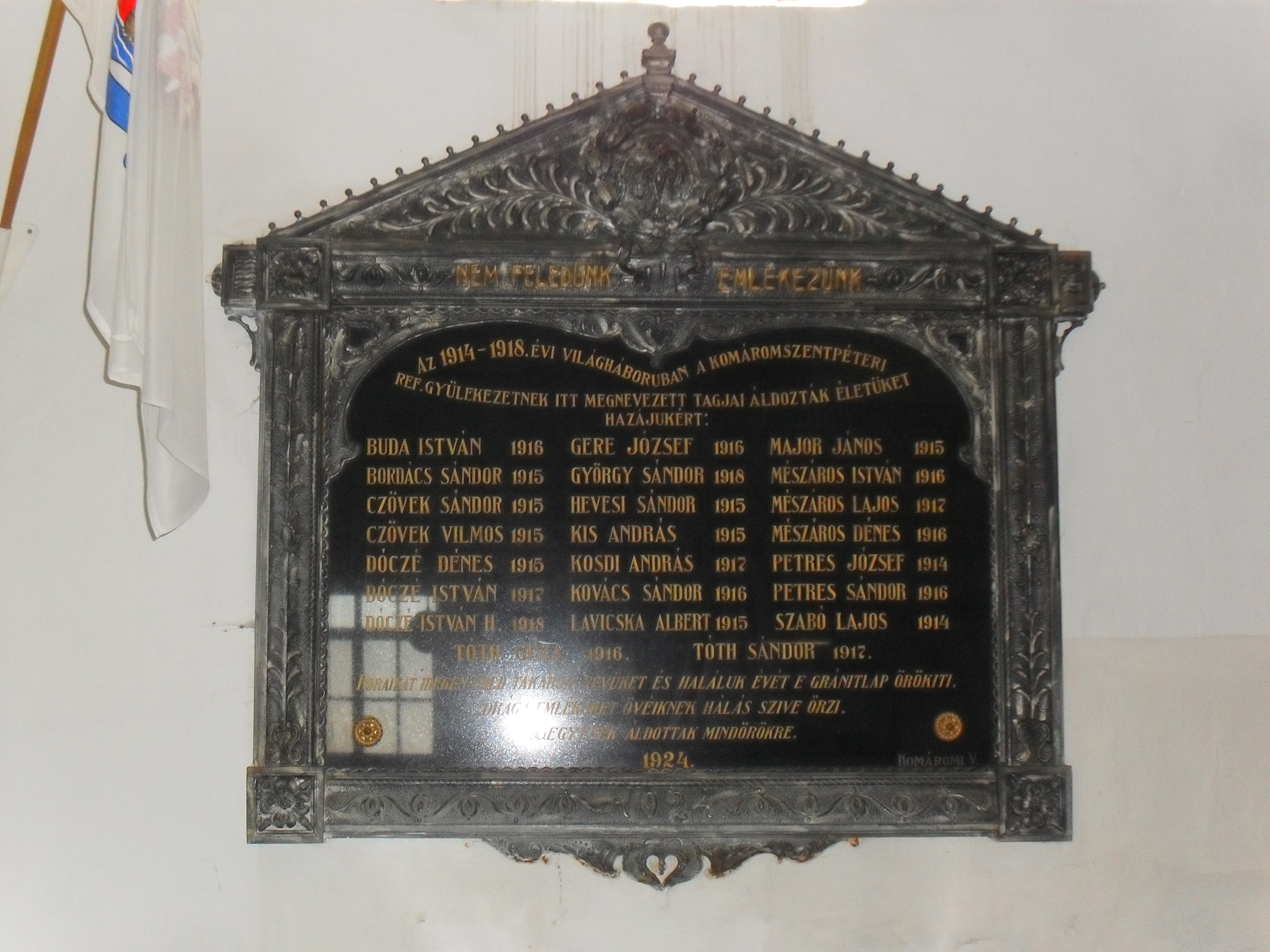
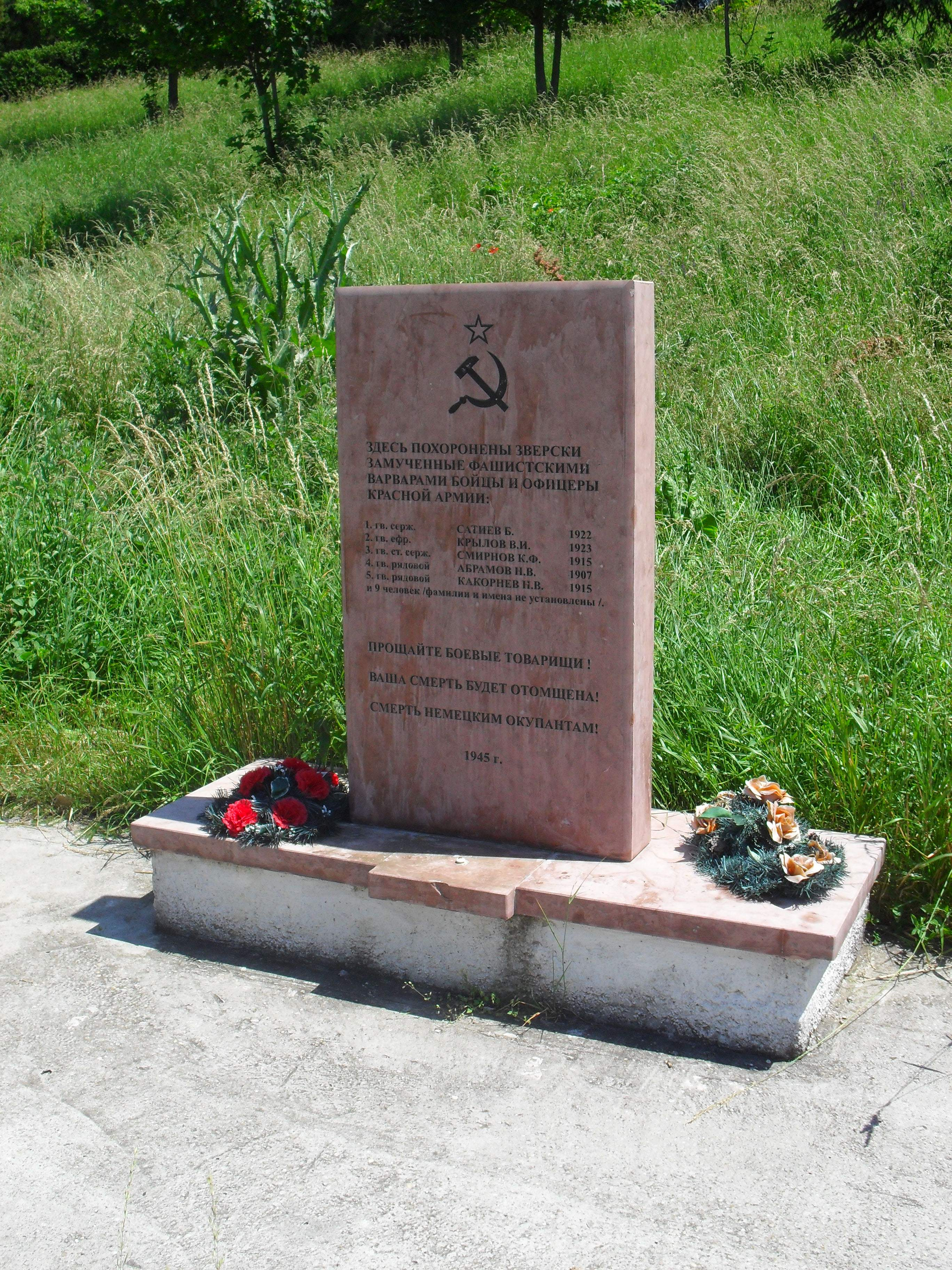

##### Lakszakállas

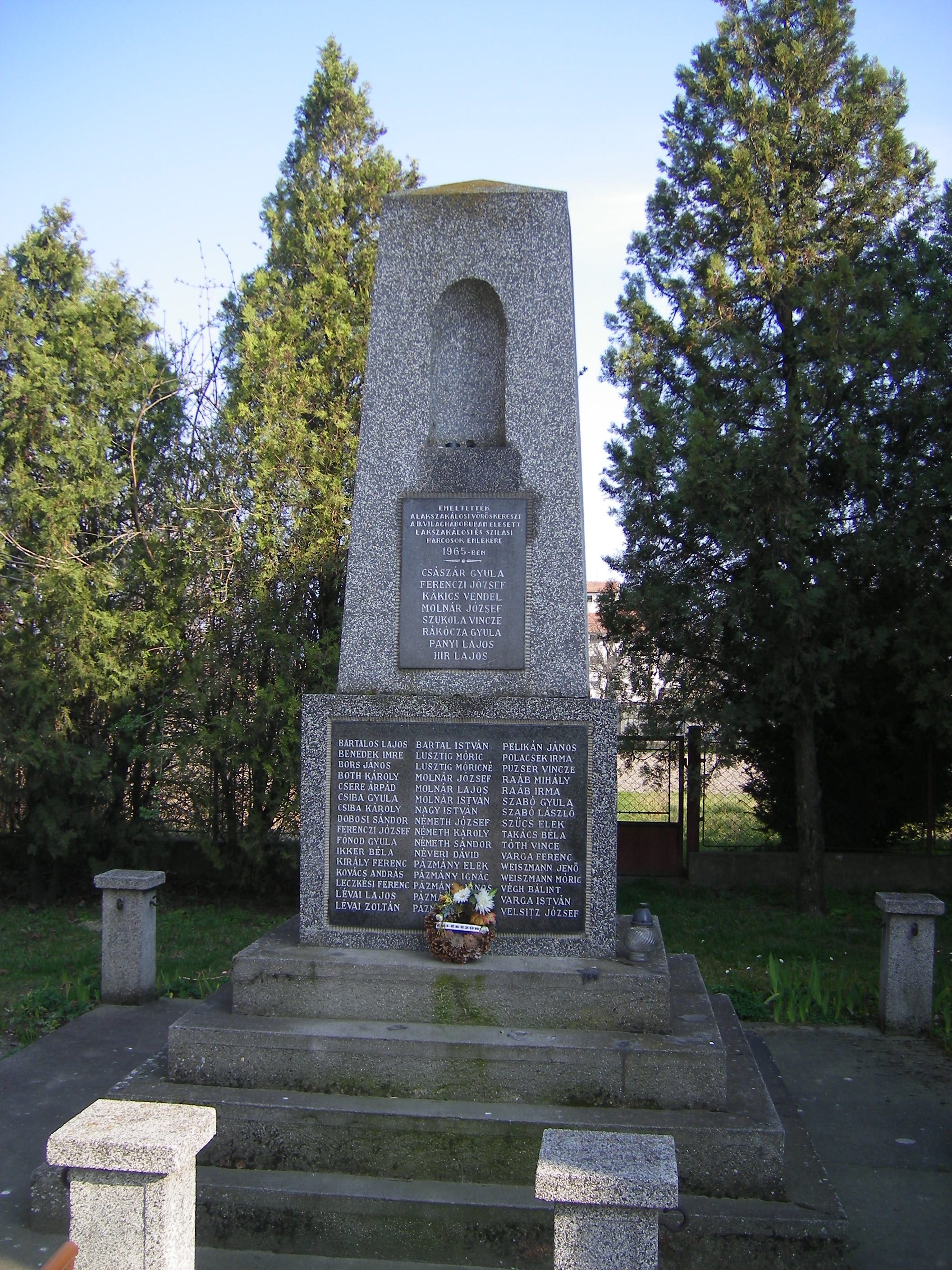

##### Marcelháza

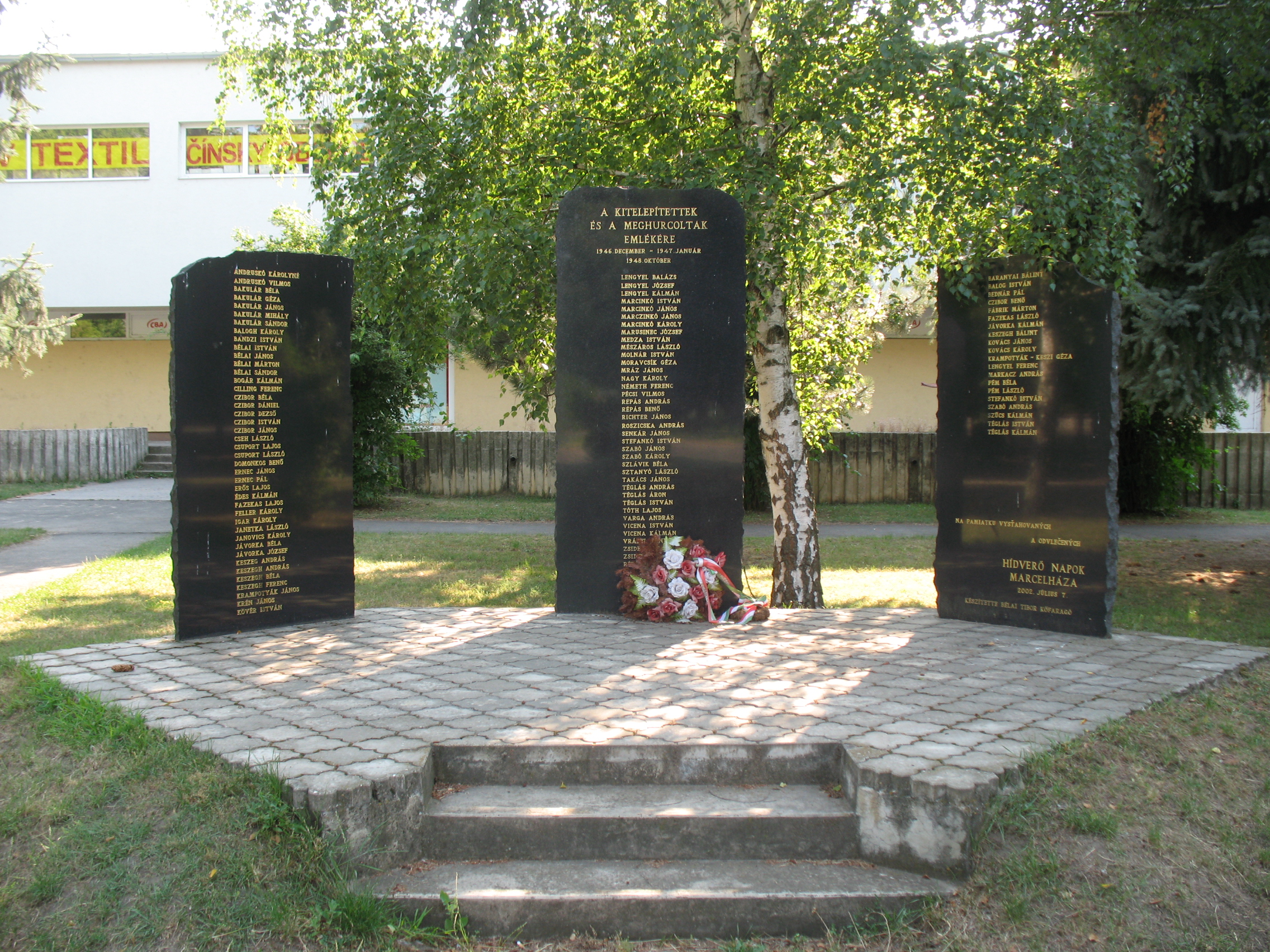
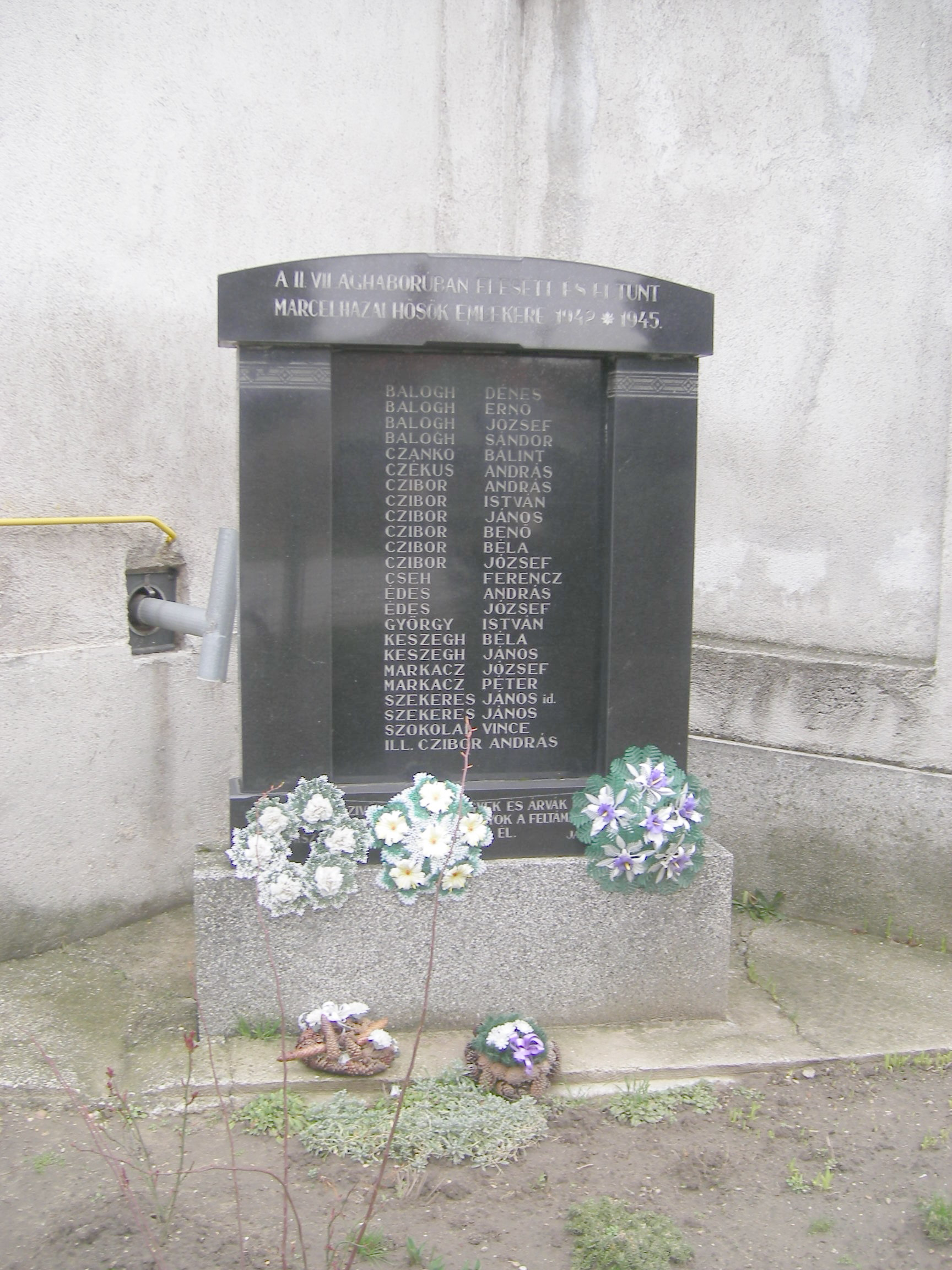
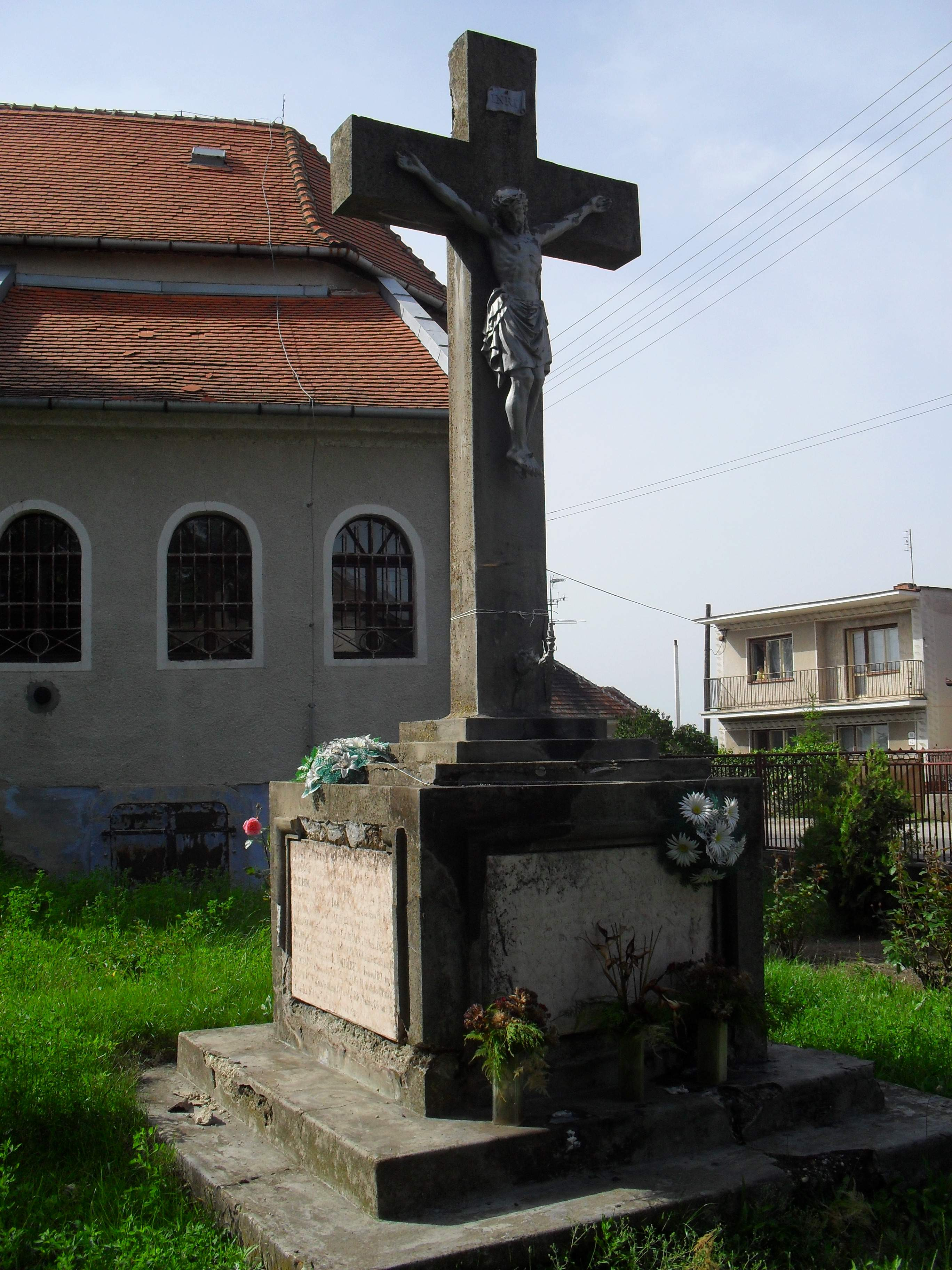
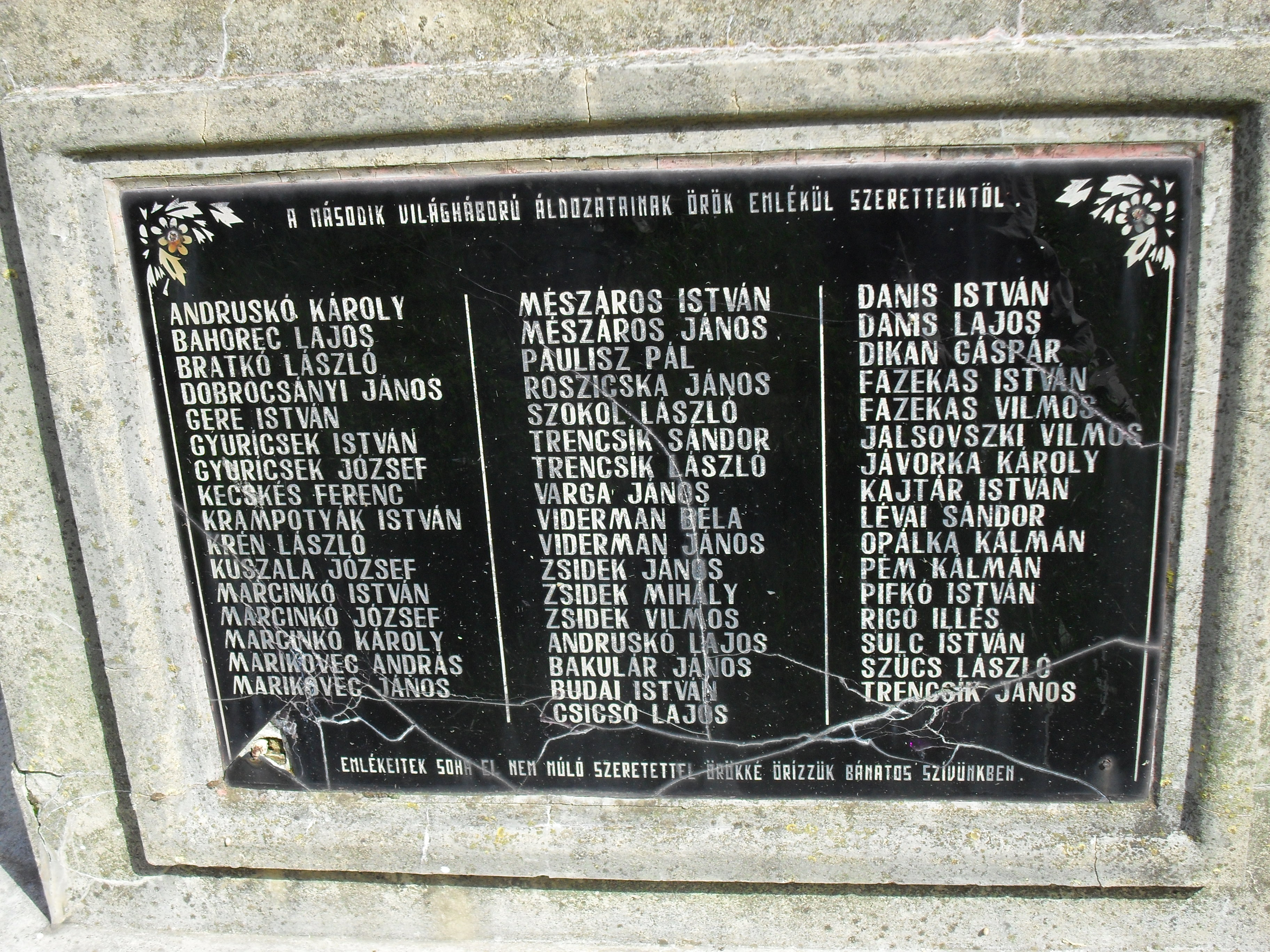

##### Megyercs

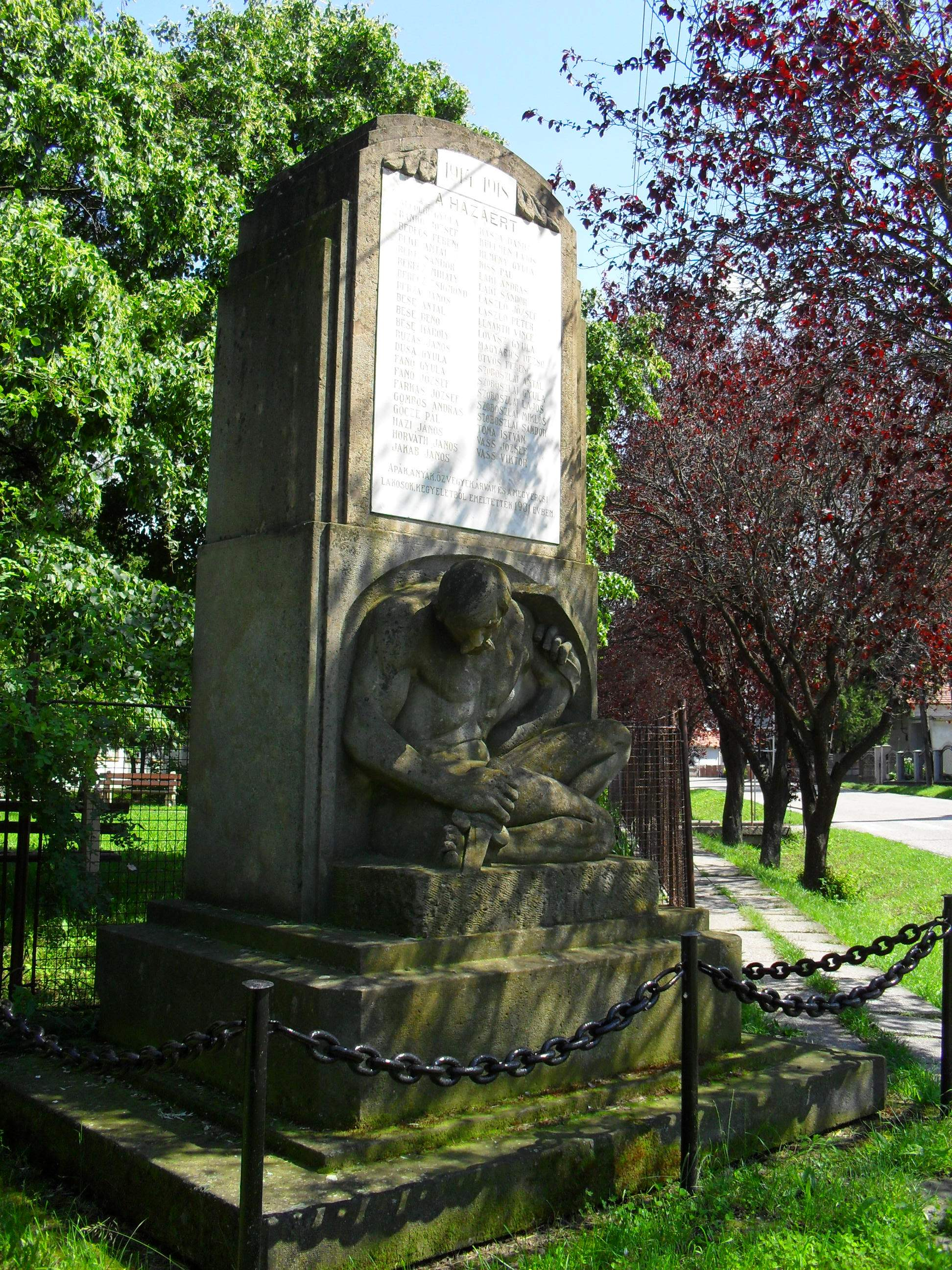
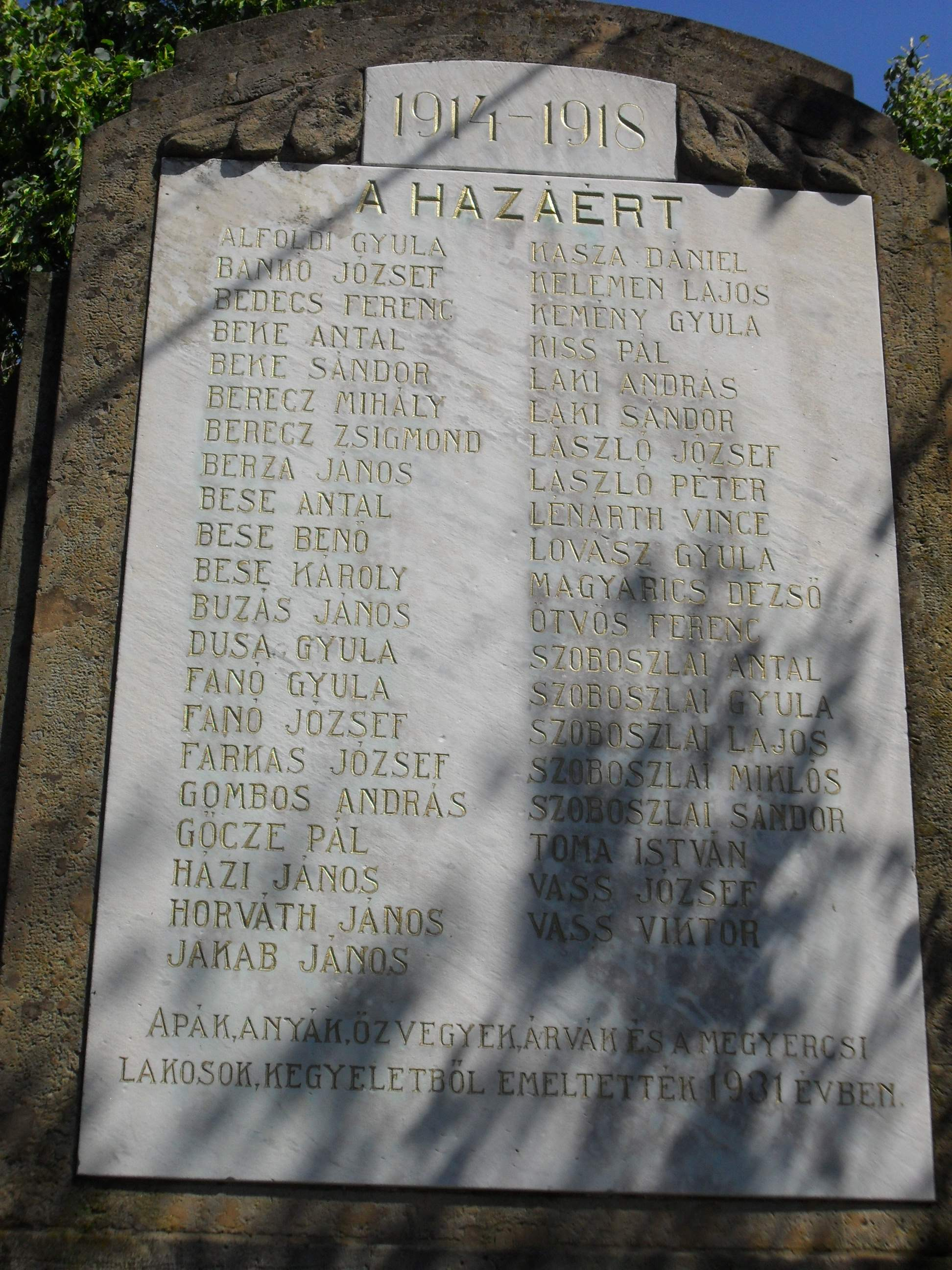
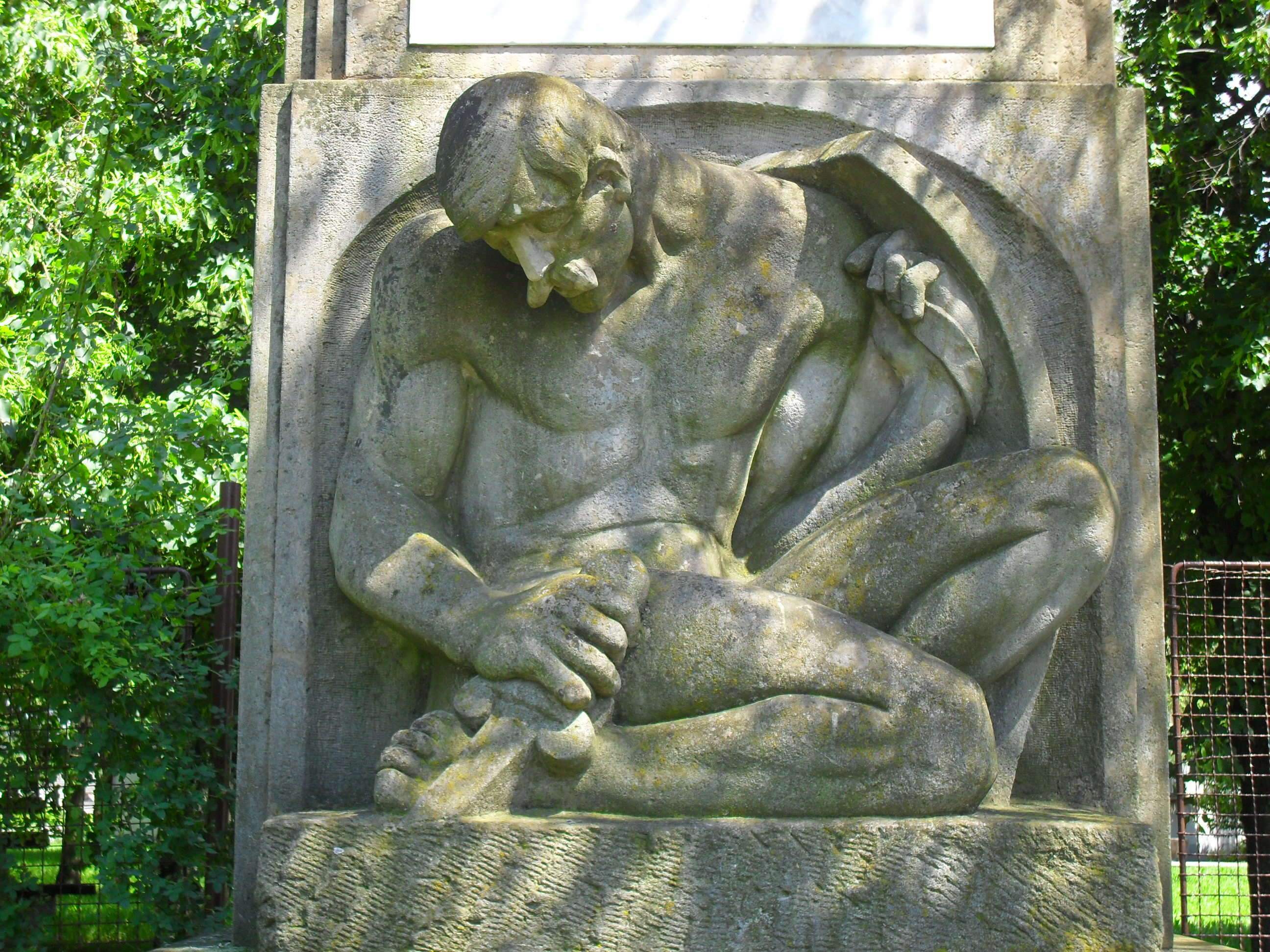
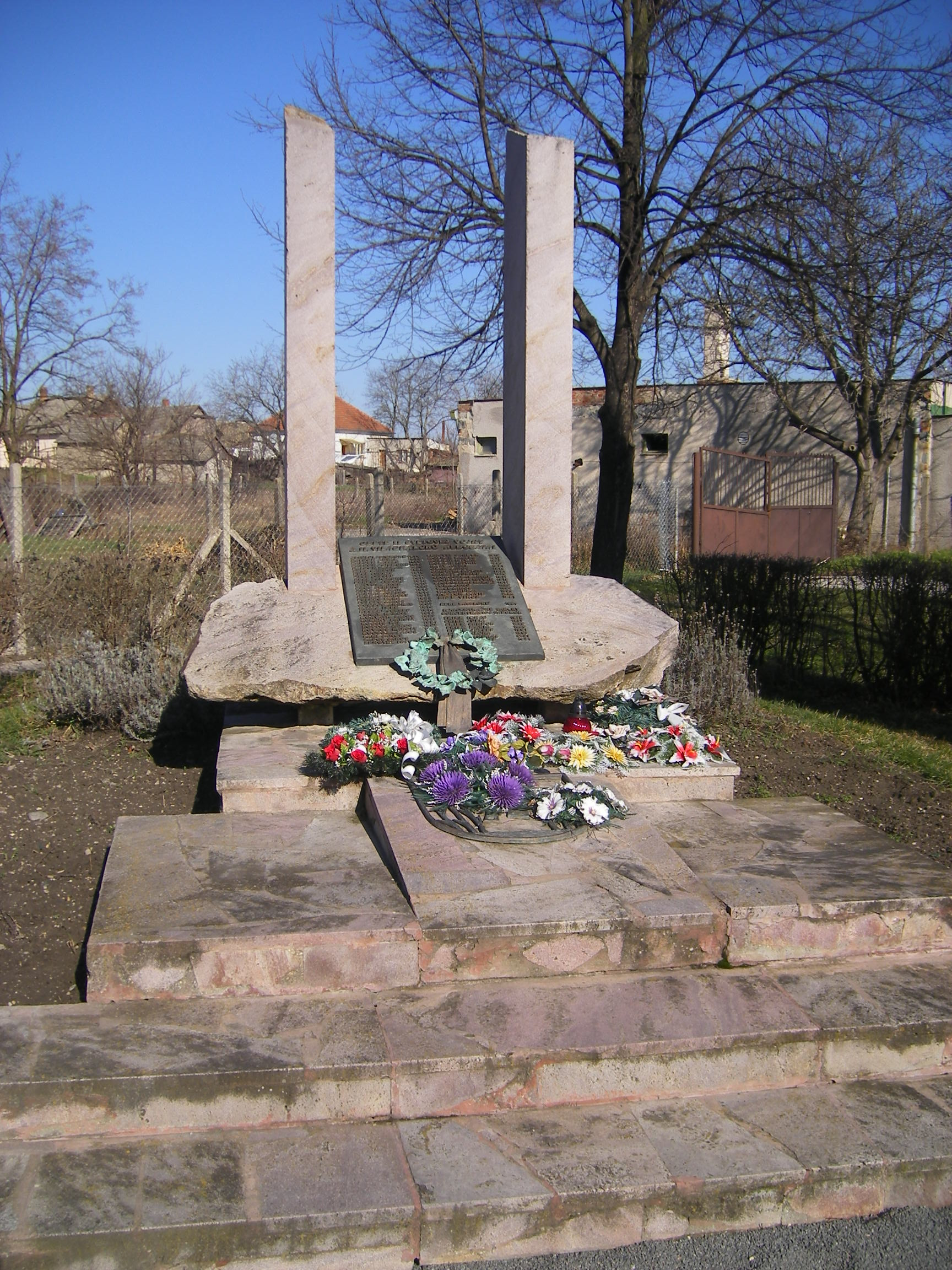
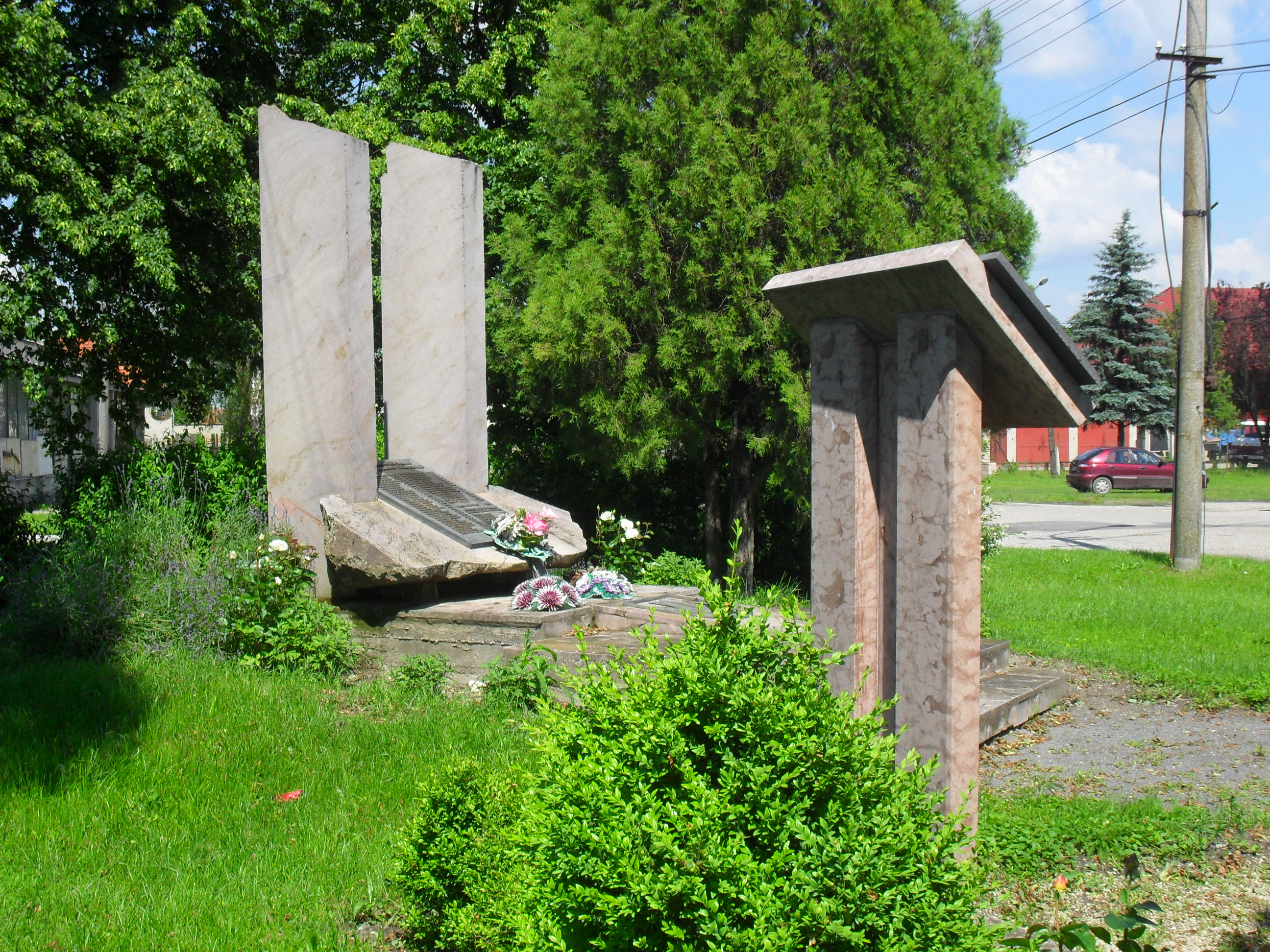
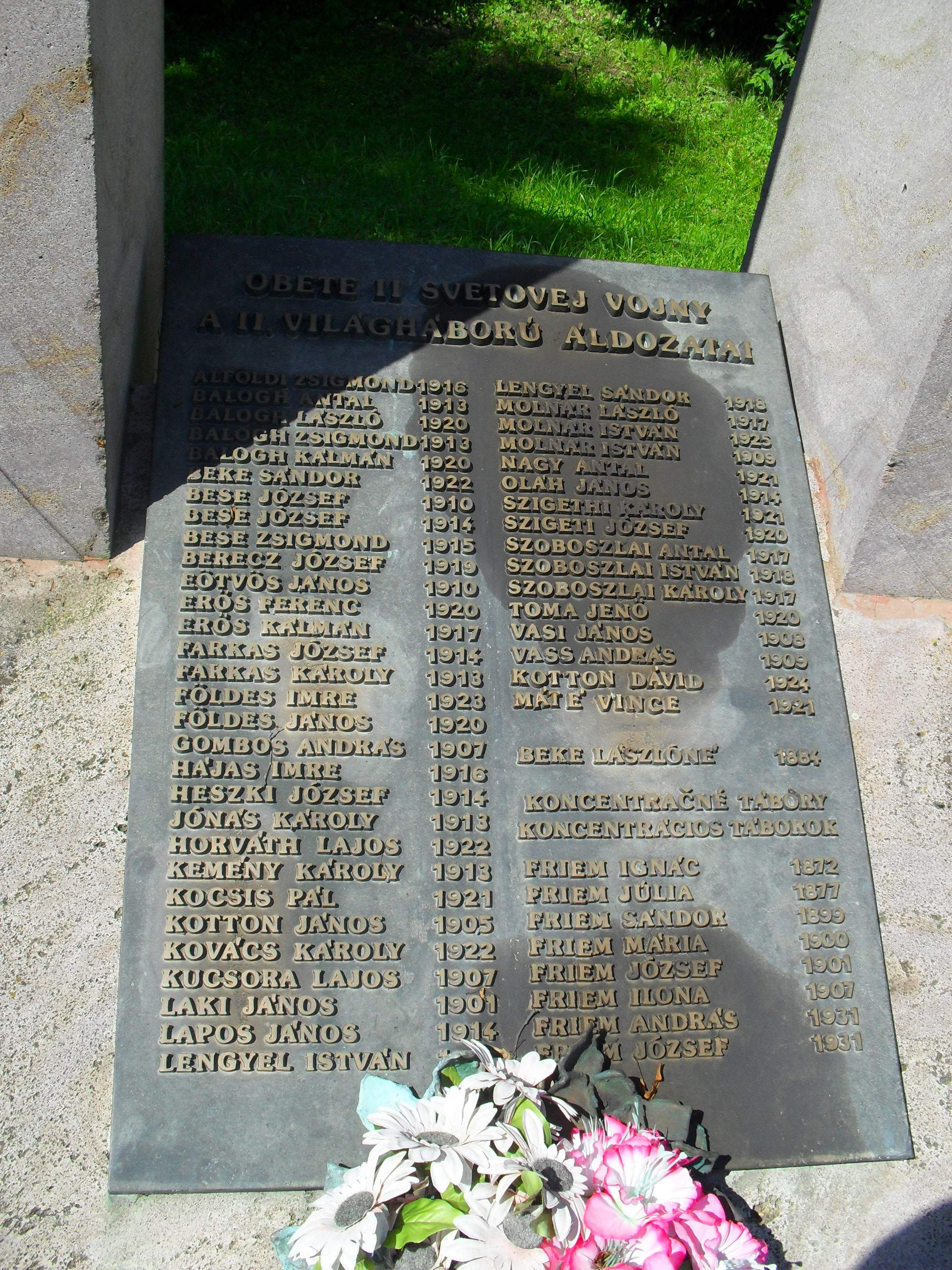

##### Nagykeszi

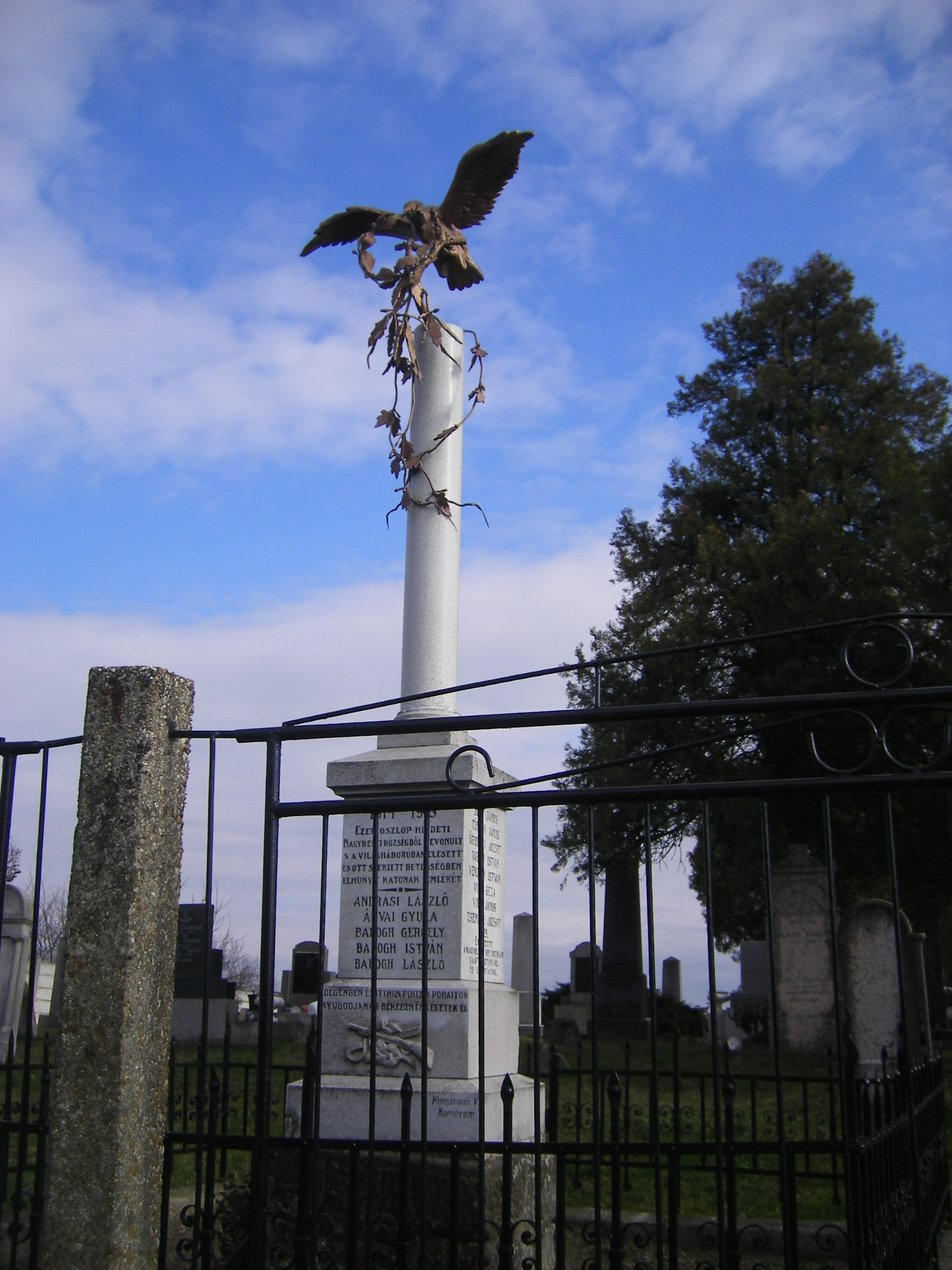
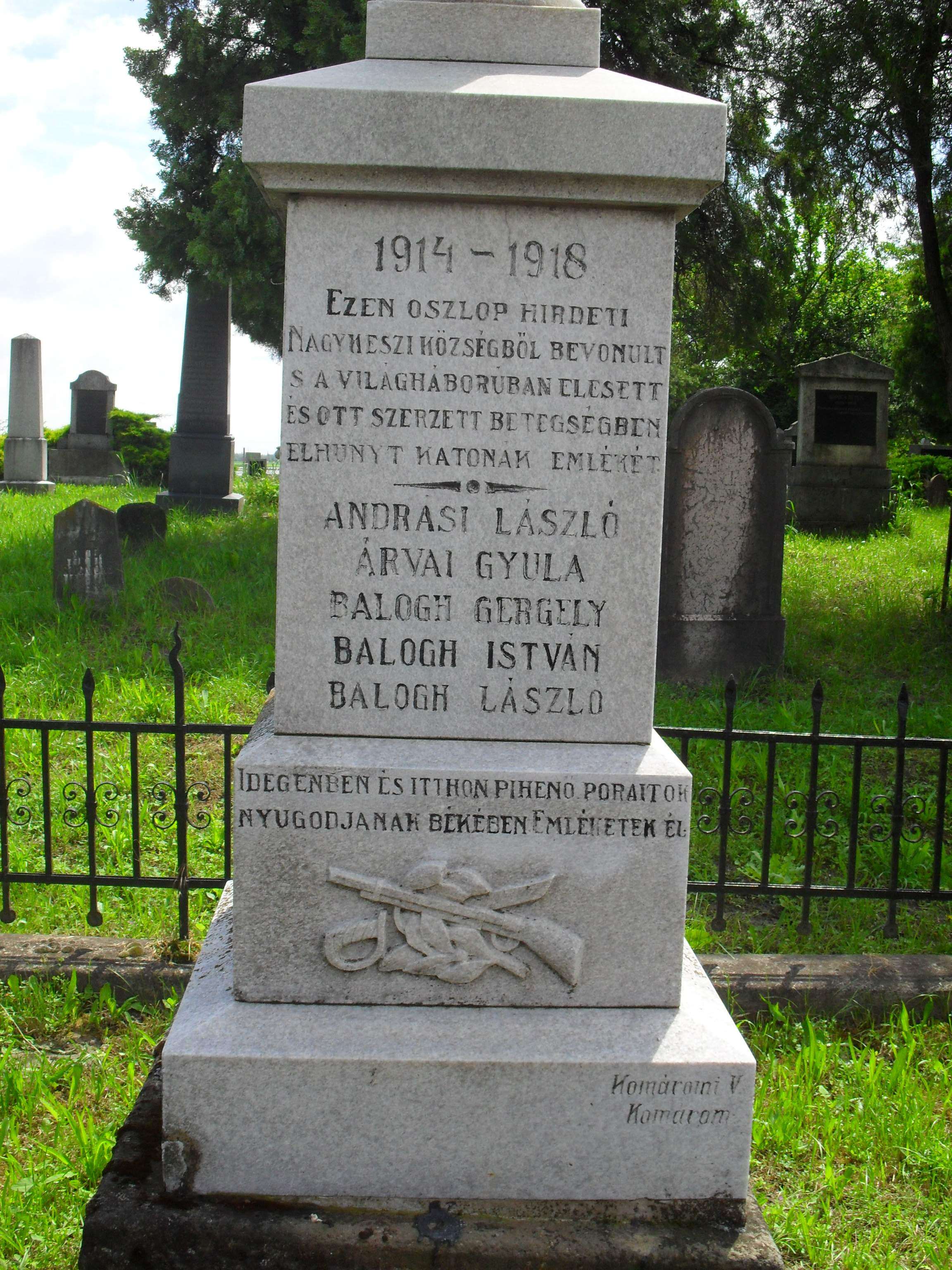
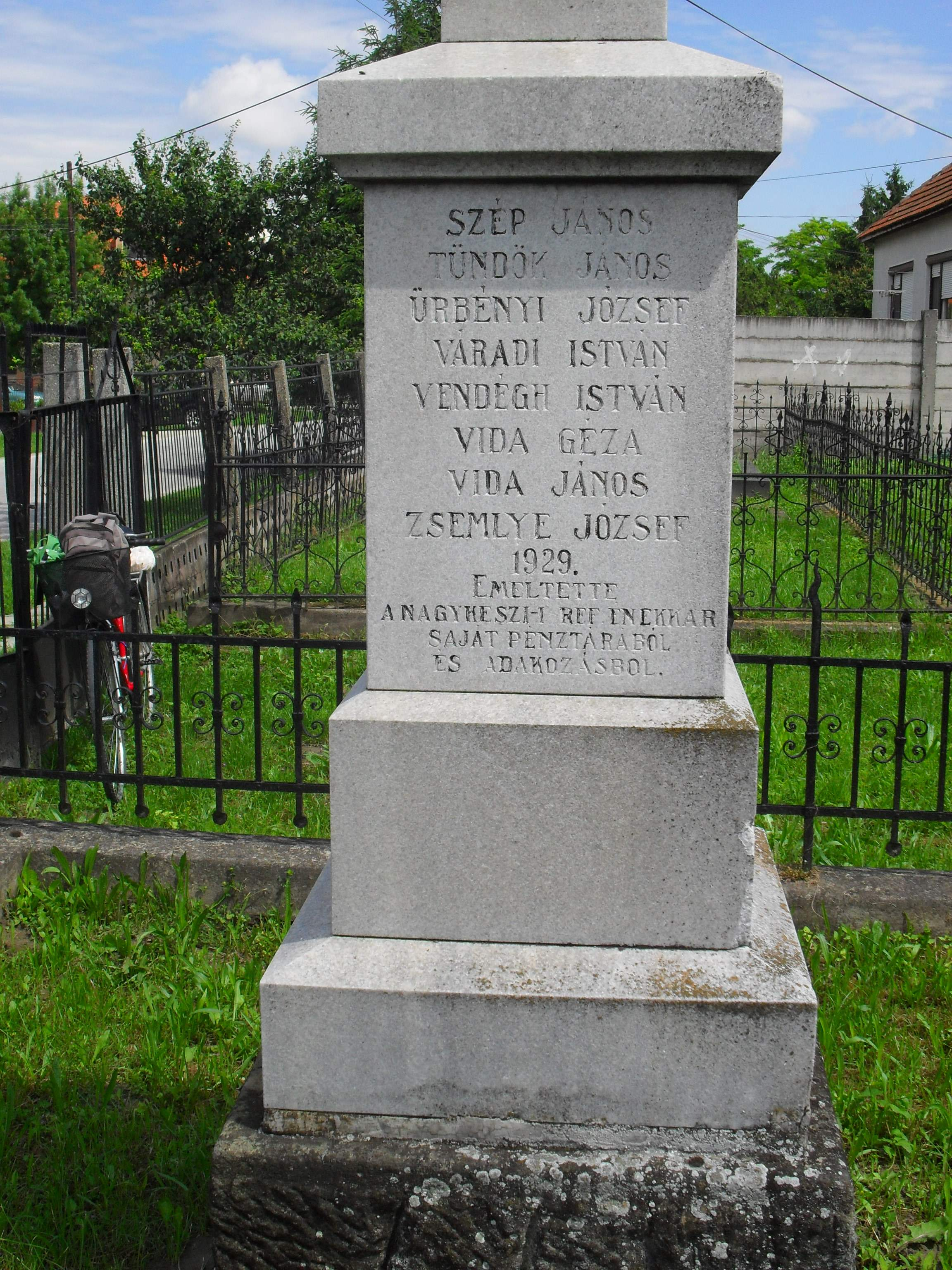
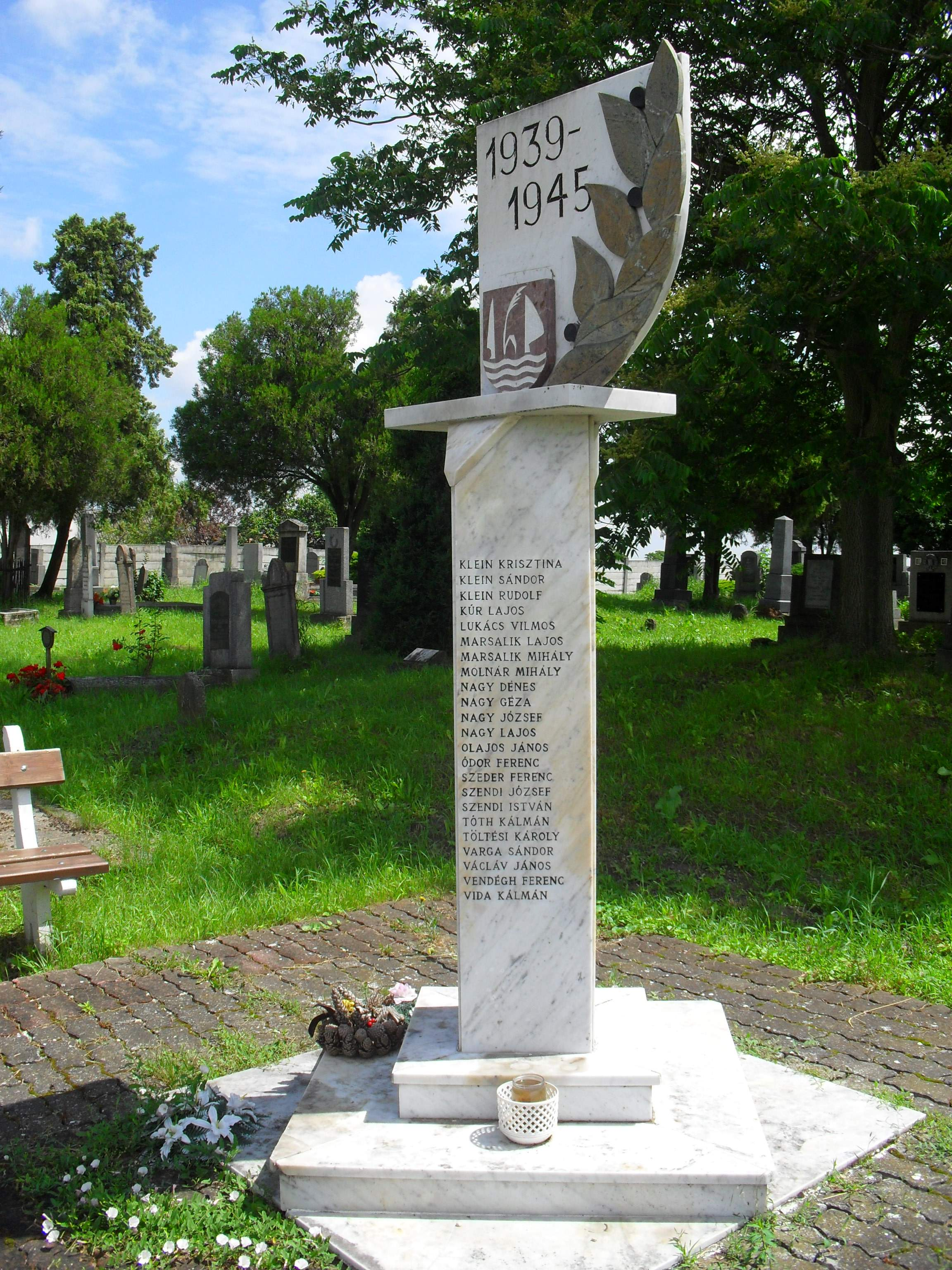

##### Naszvad

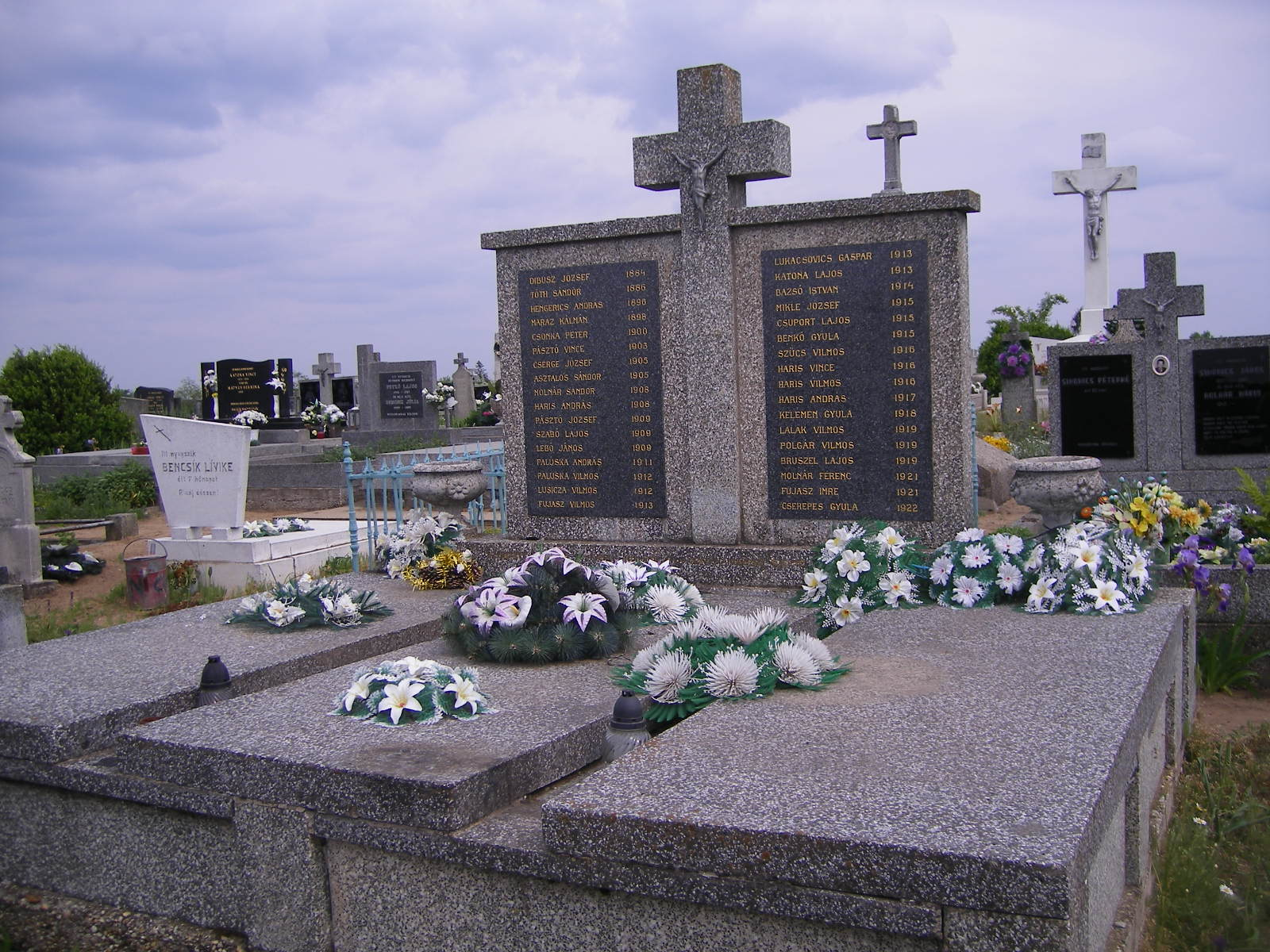

##### Nemesócsa

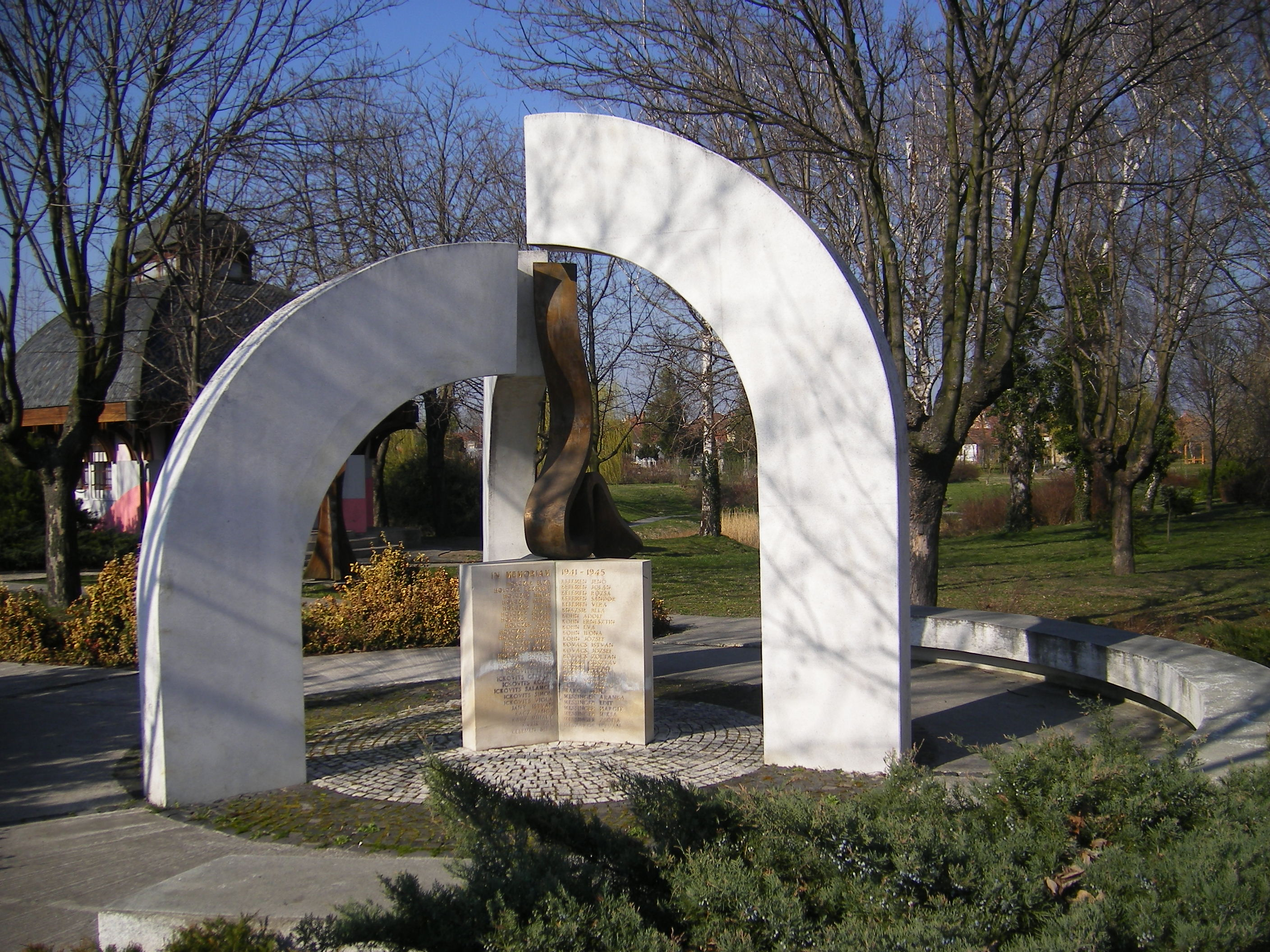
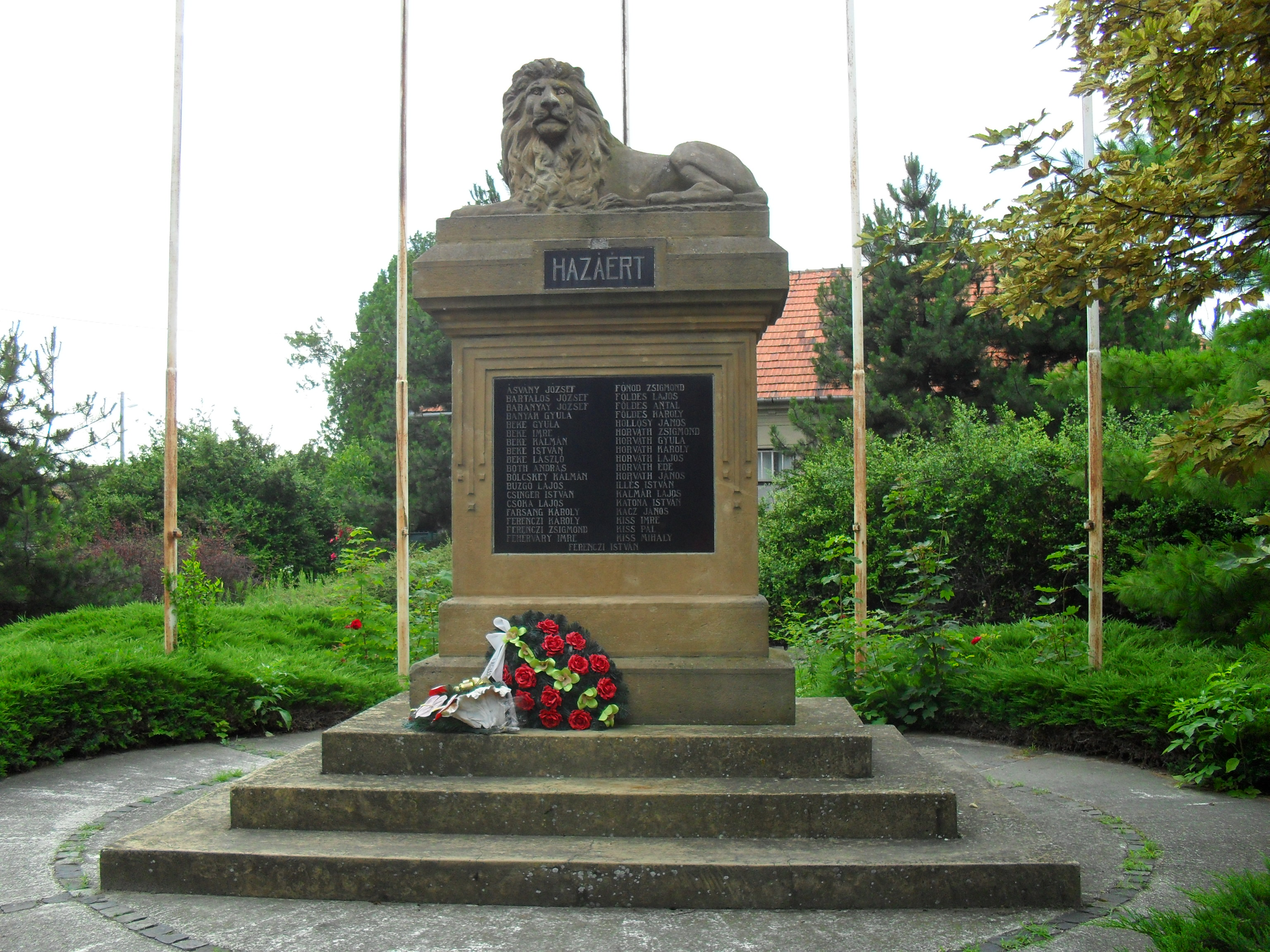

##### Ógyalla

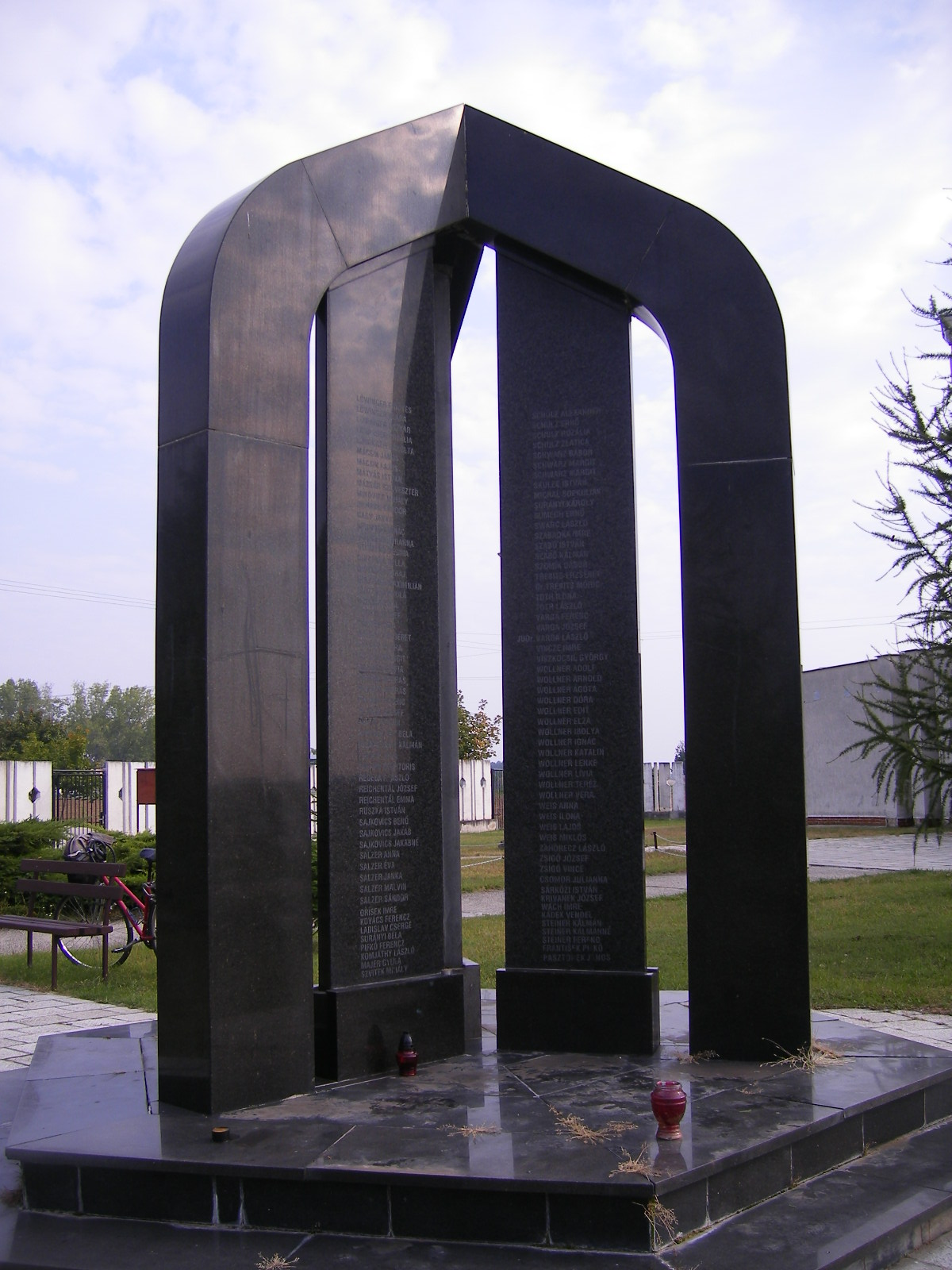

##### Pat

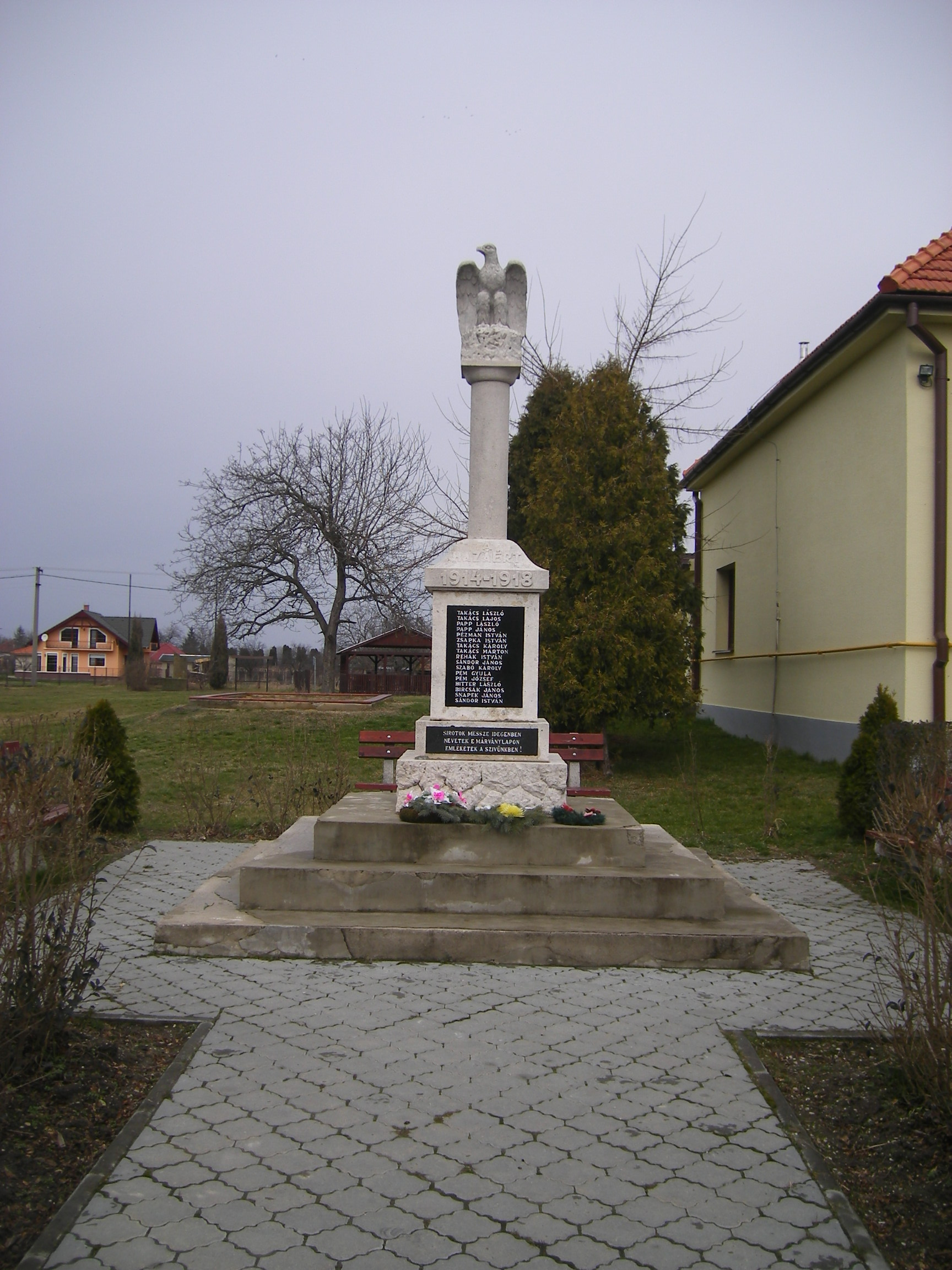
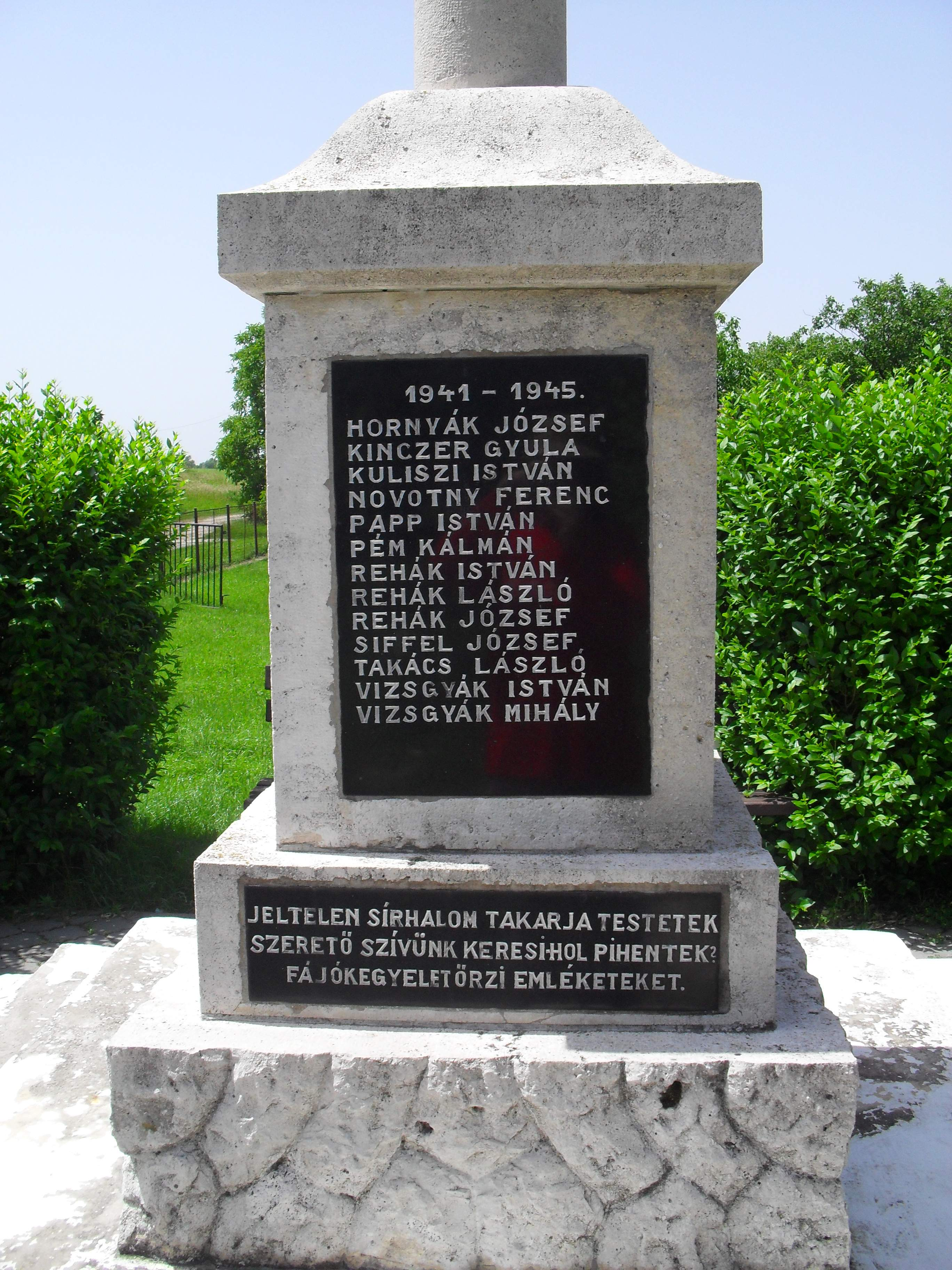

##### Perbete

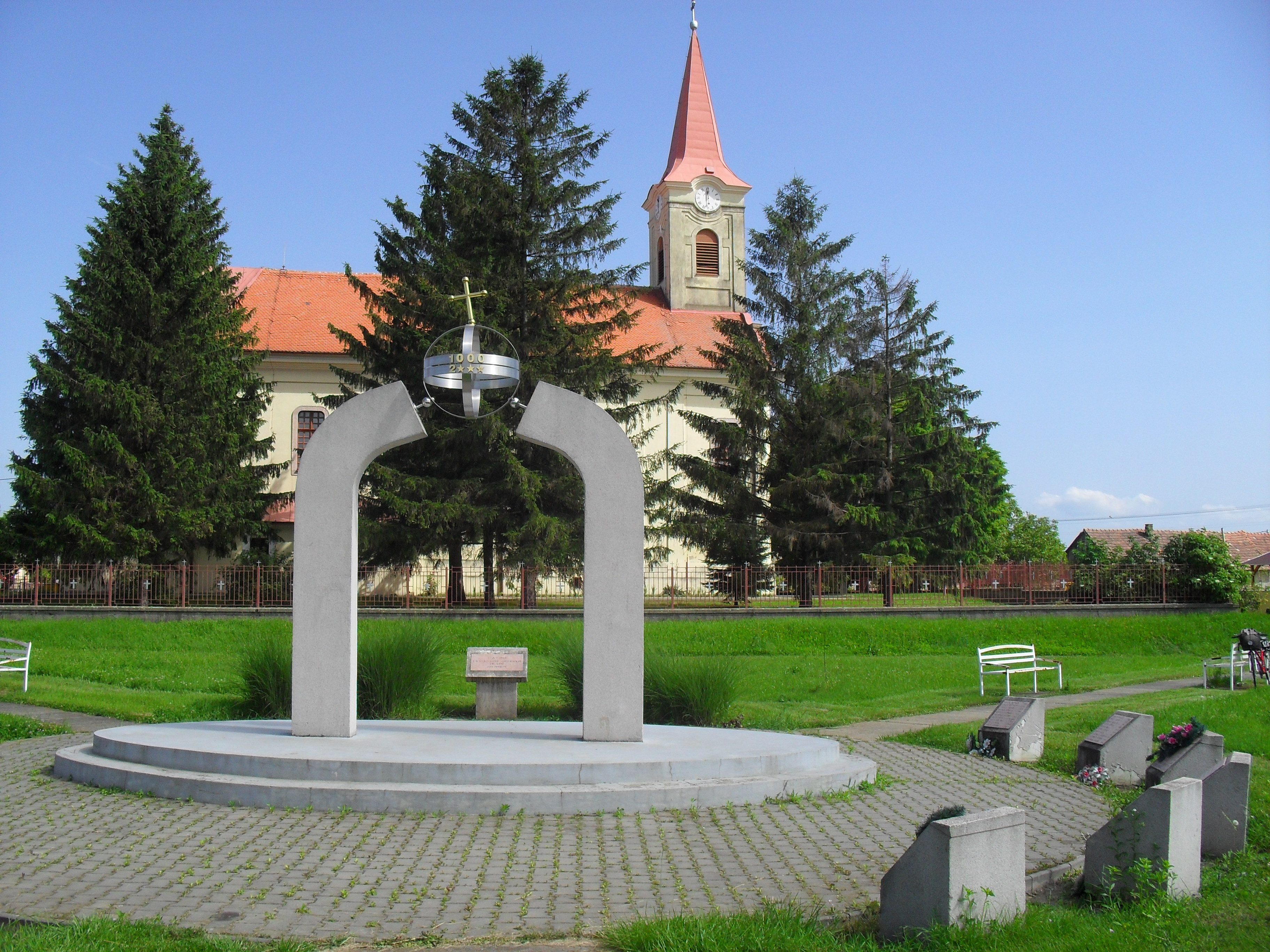
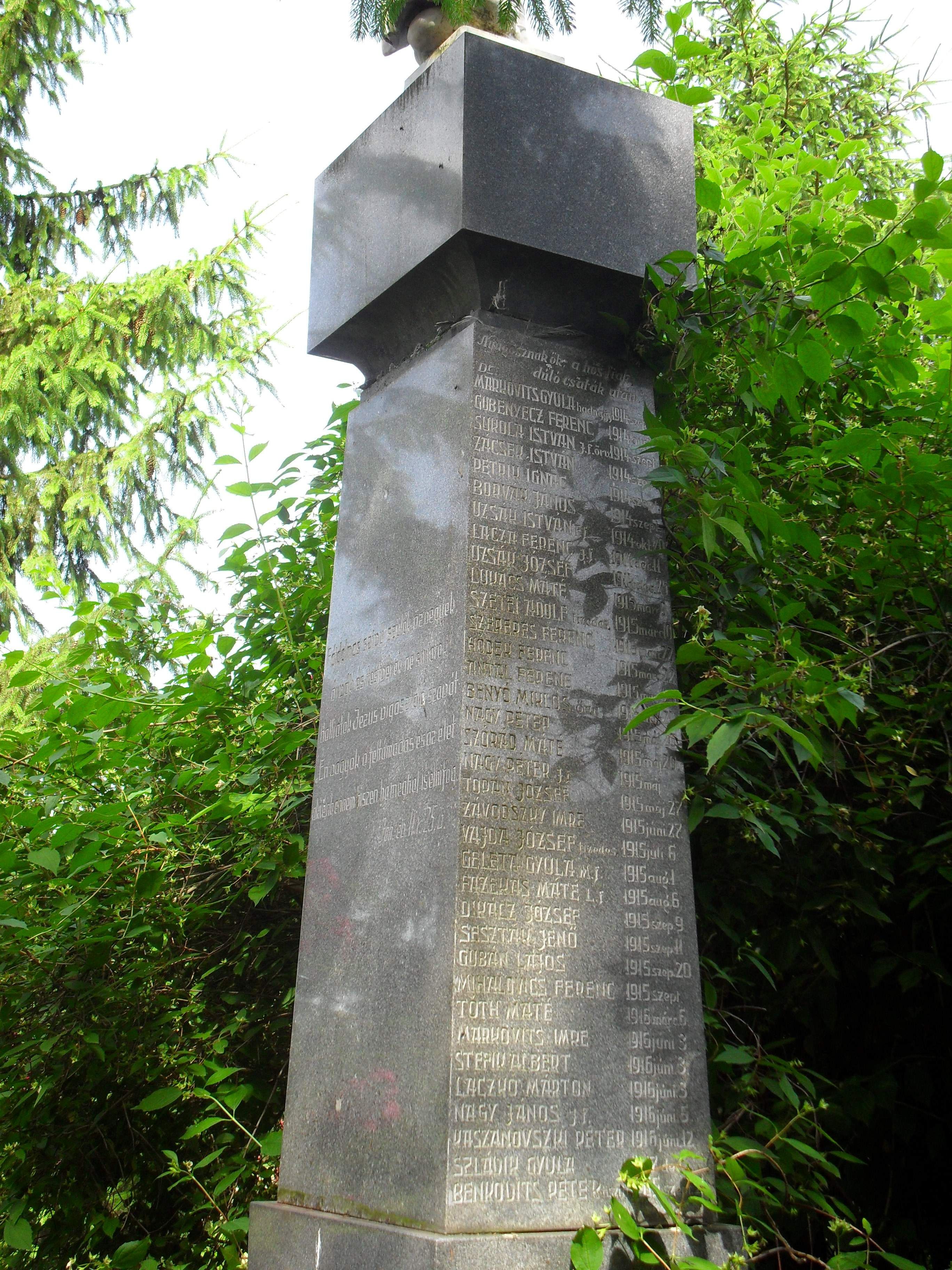
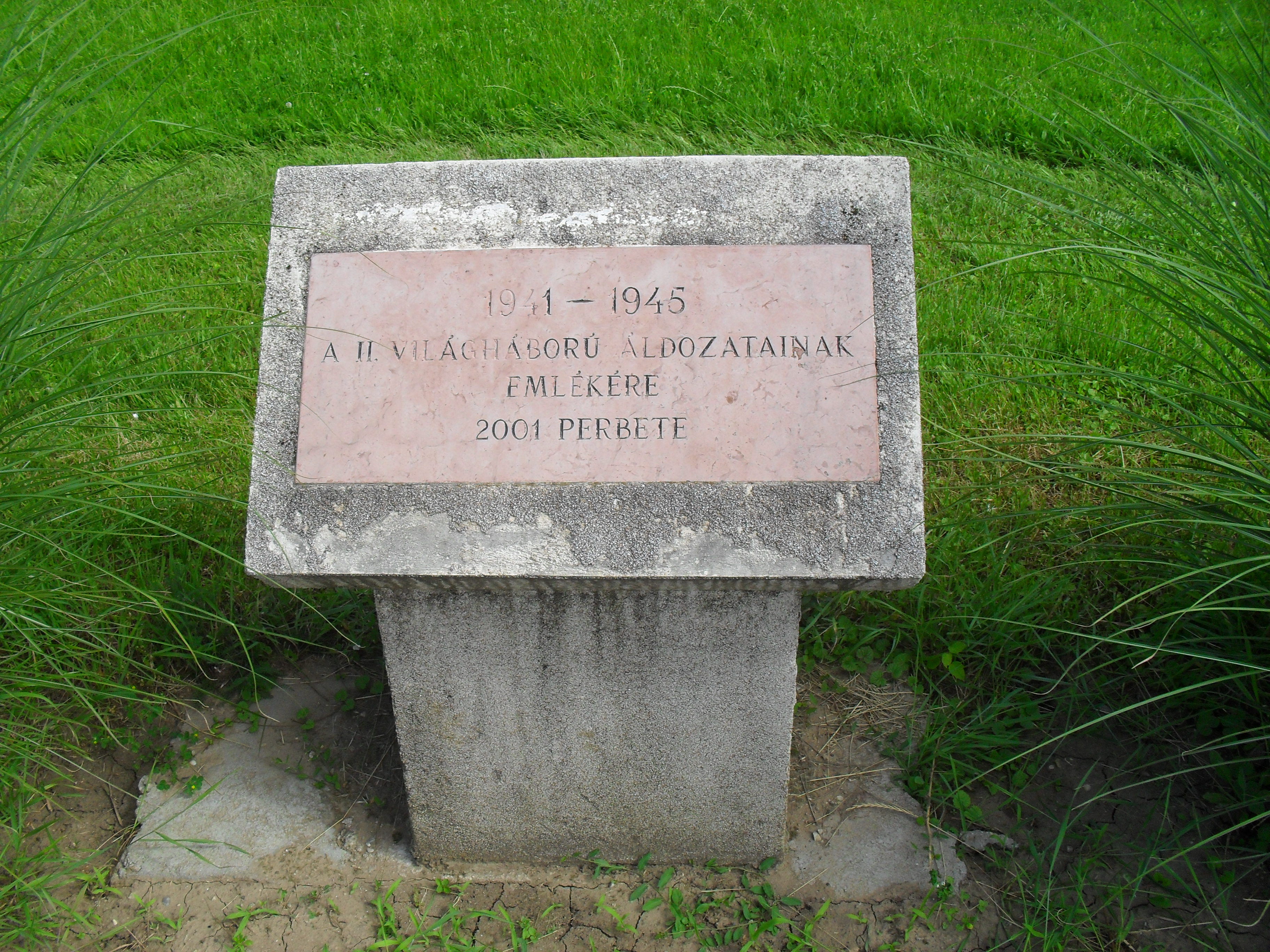
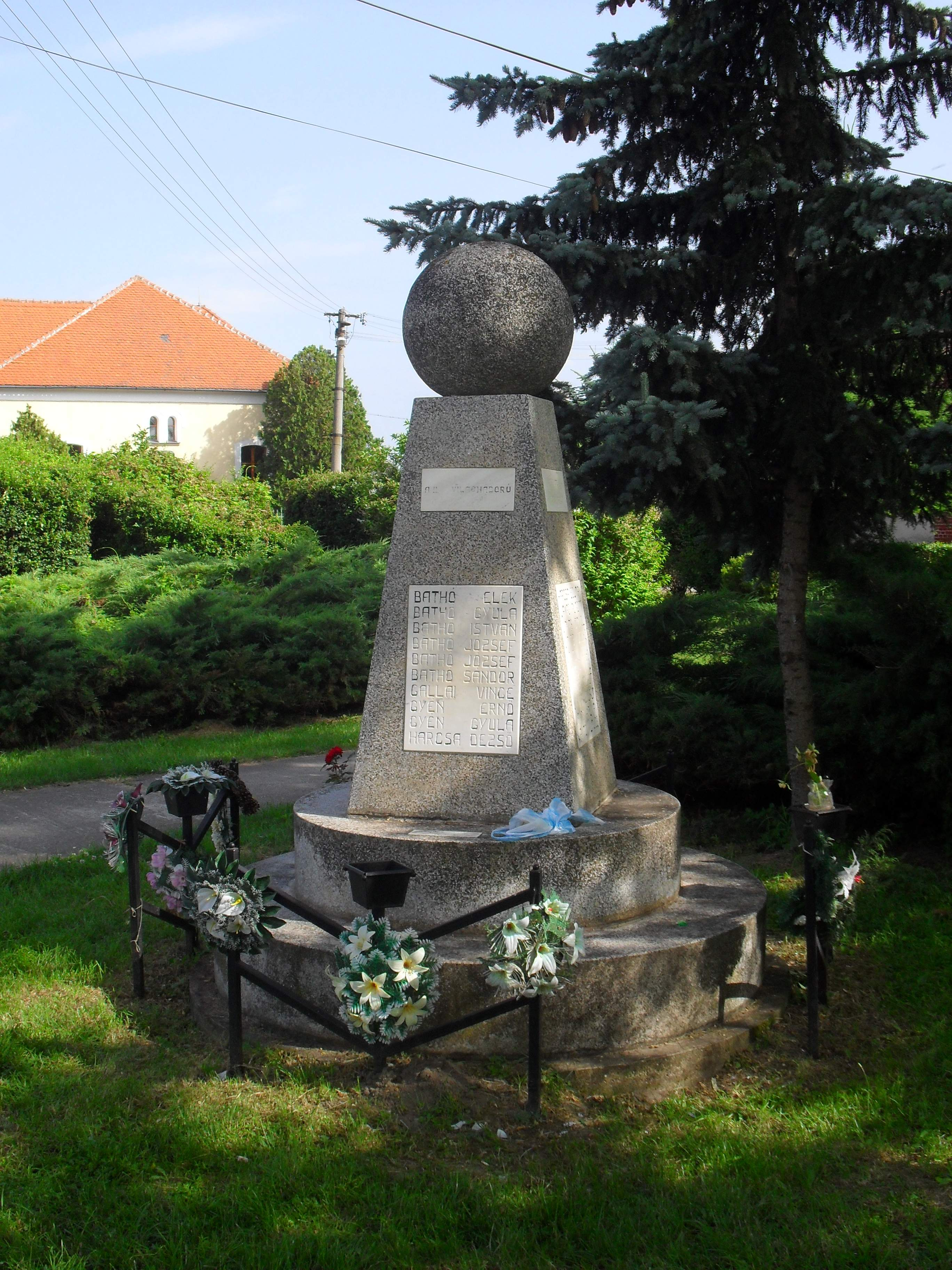
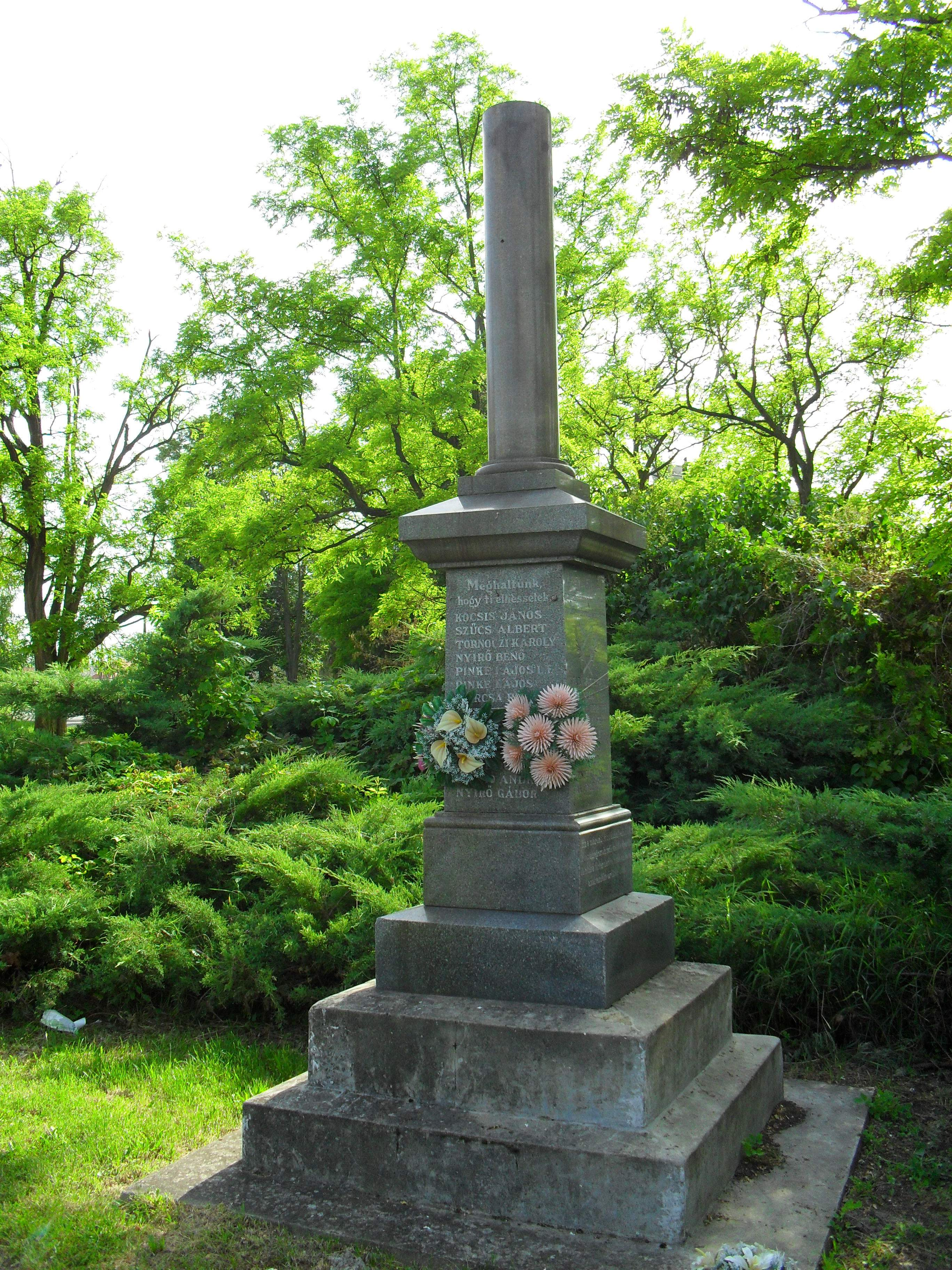
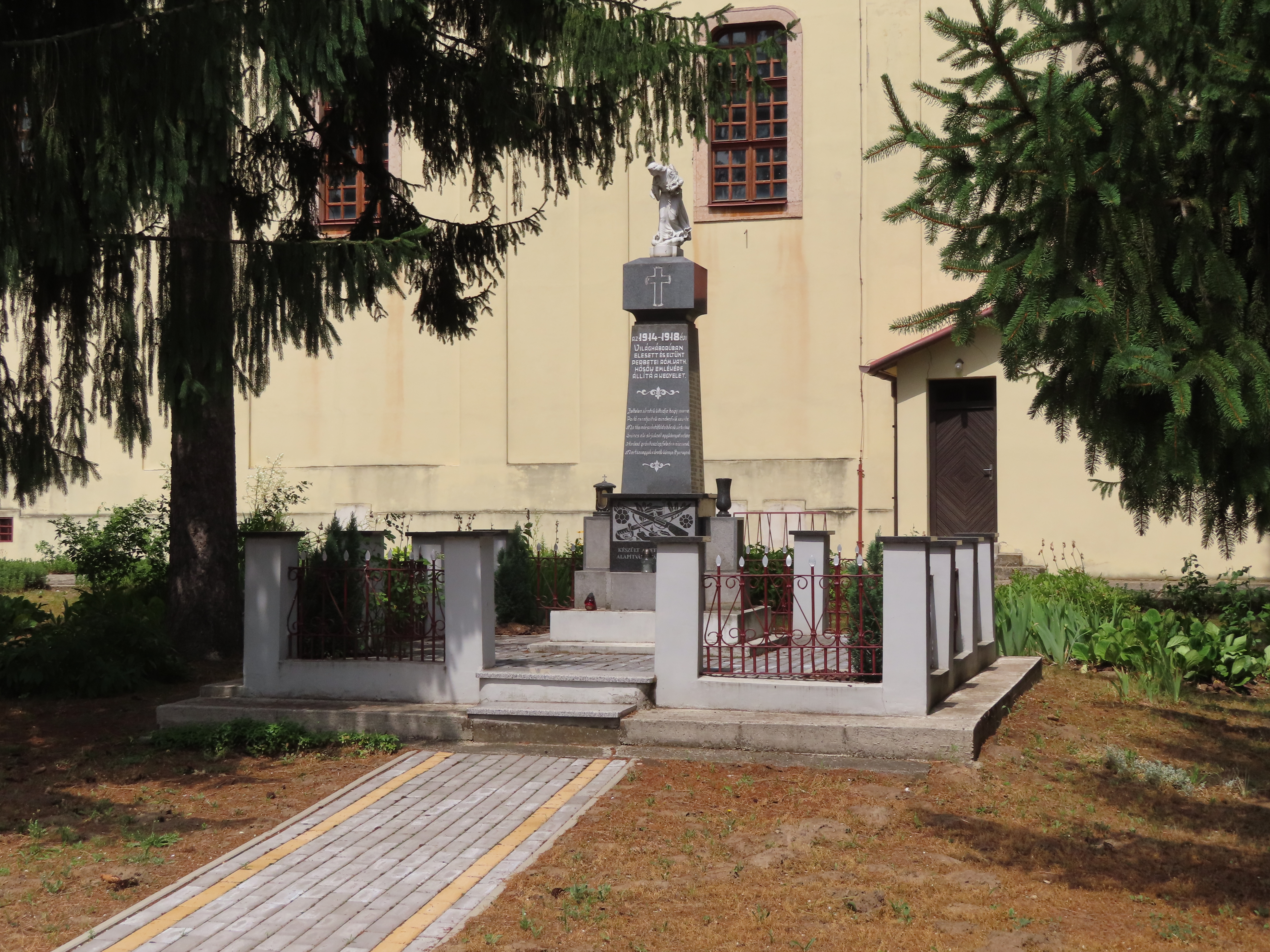
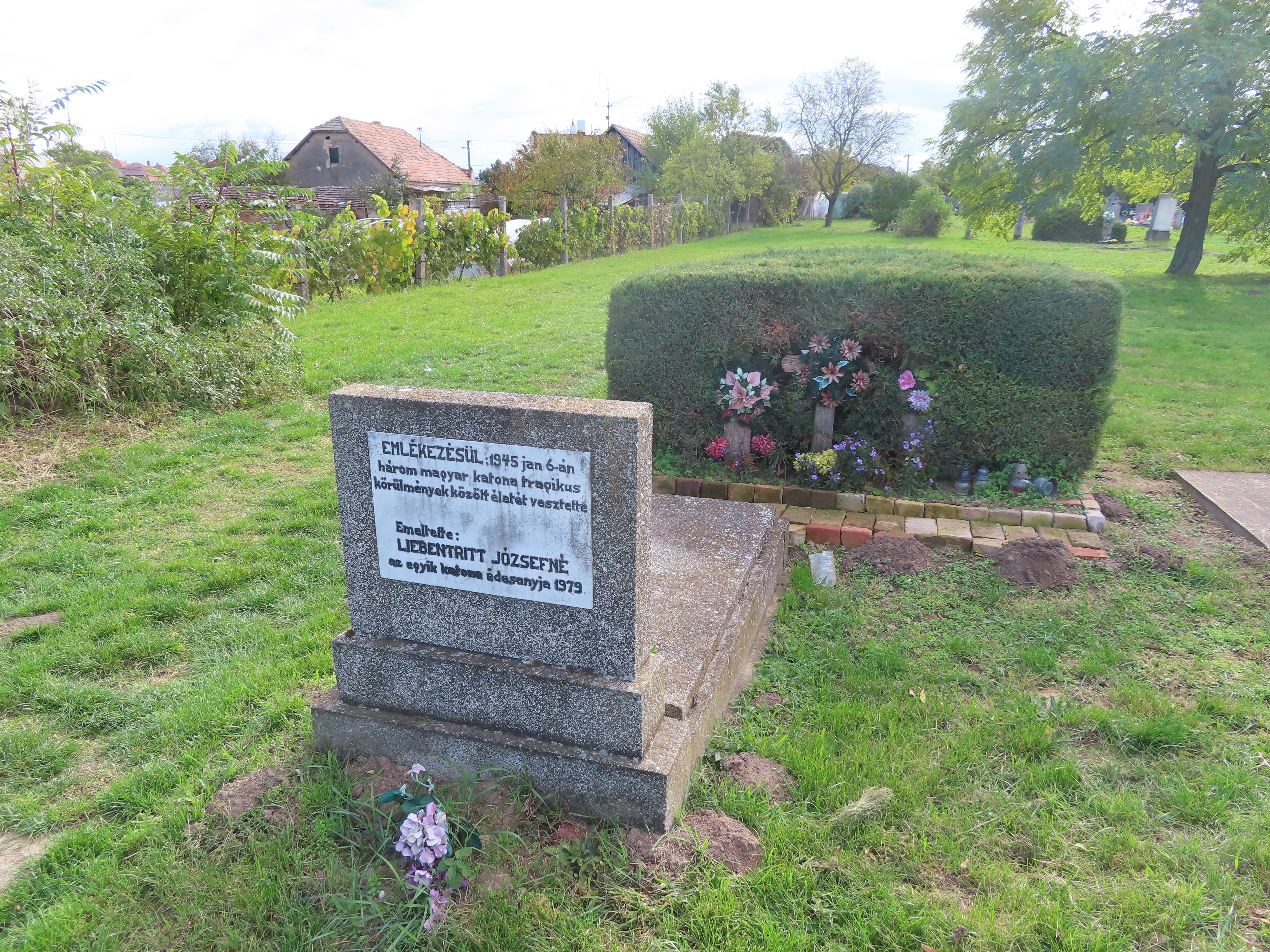

##### Szilasháza

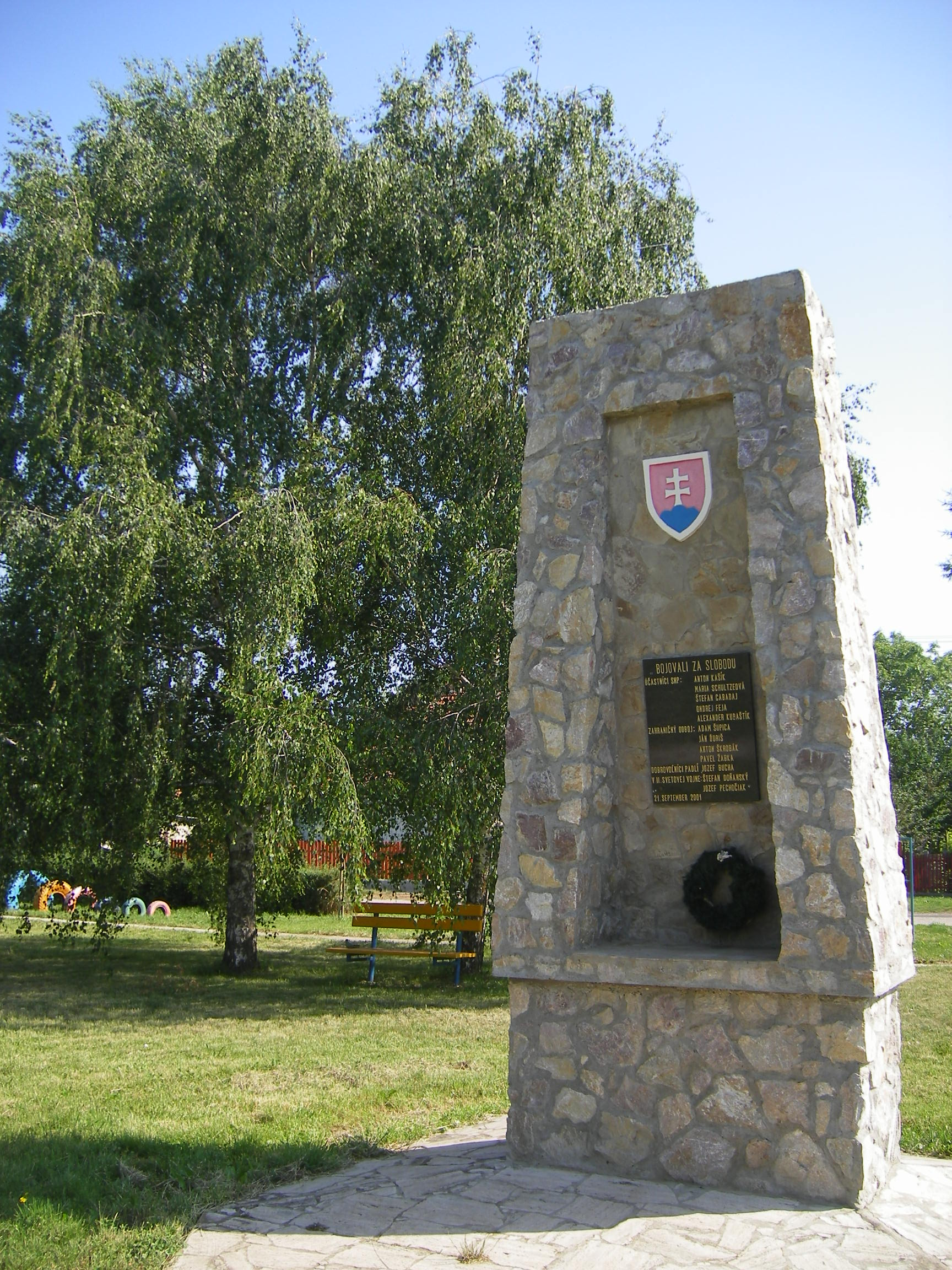

##### Tany

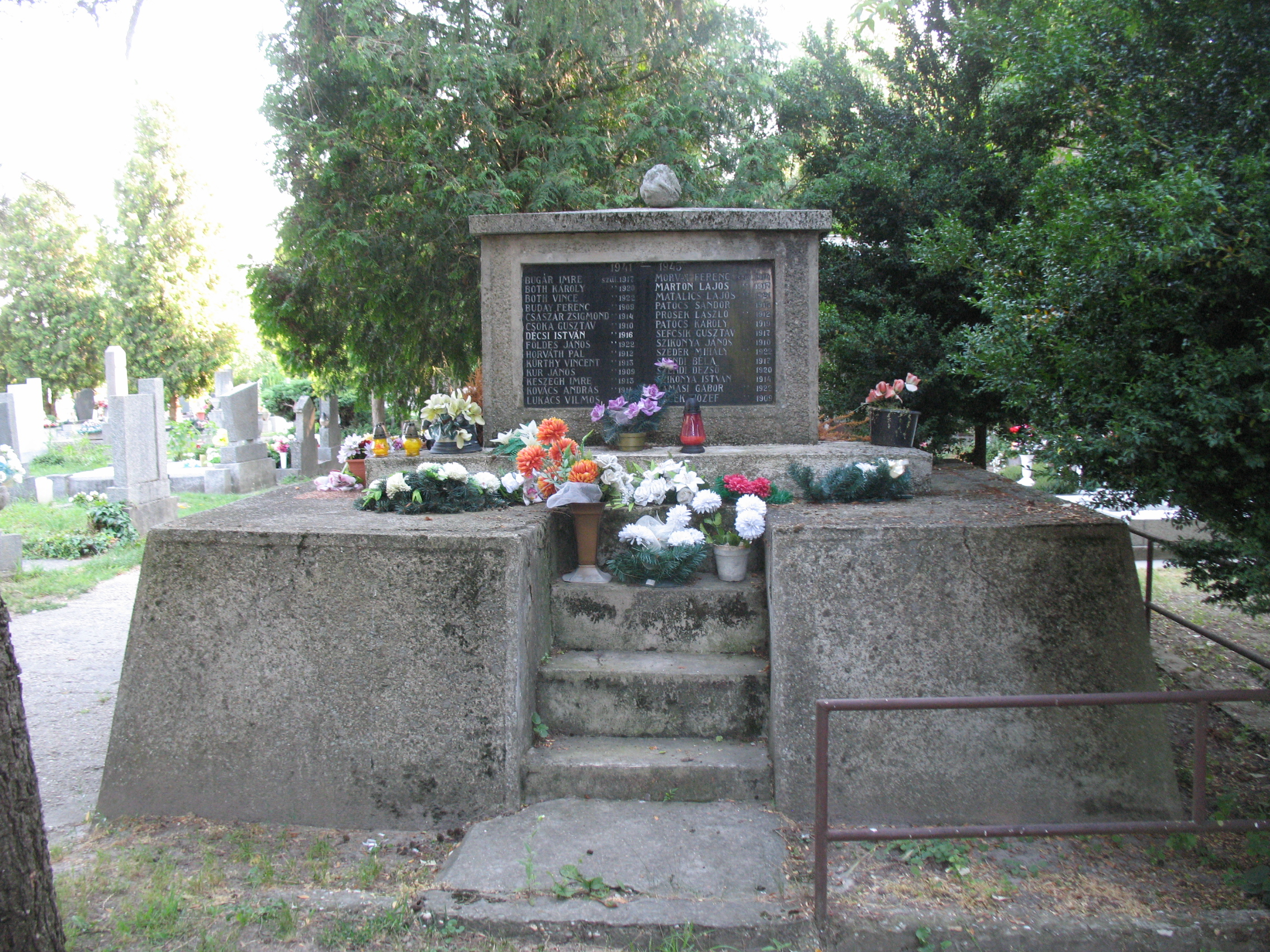

##### Újgyalla

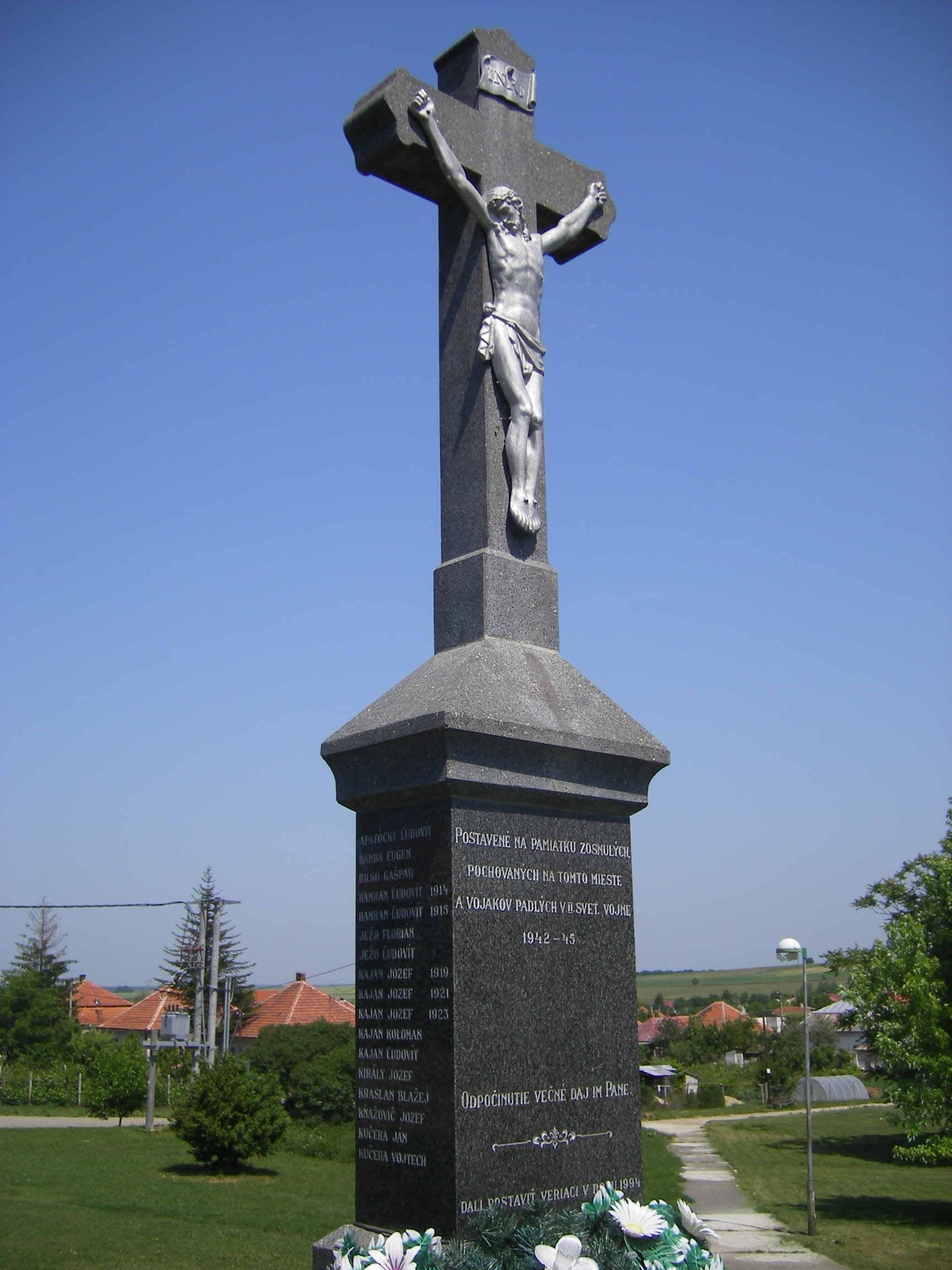

##### Vágfüzes

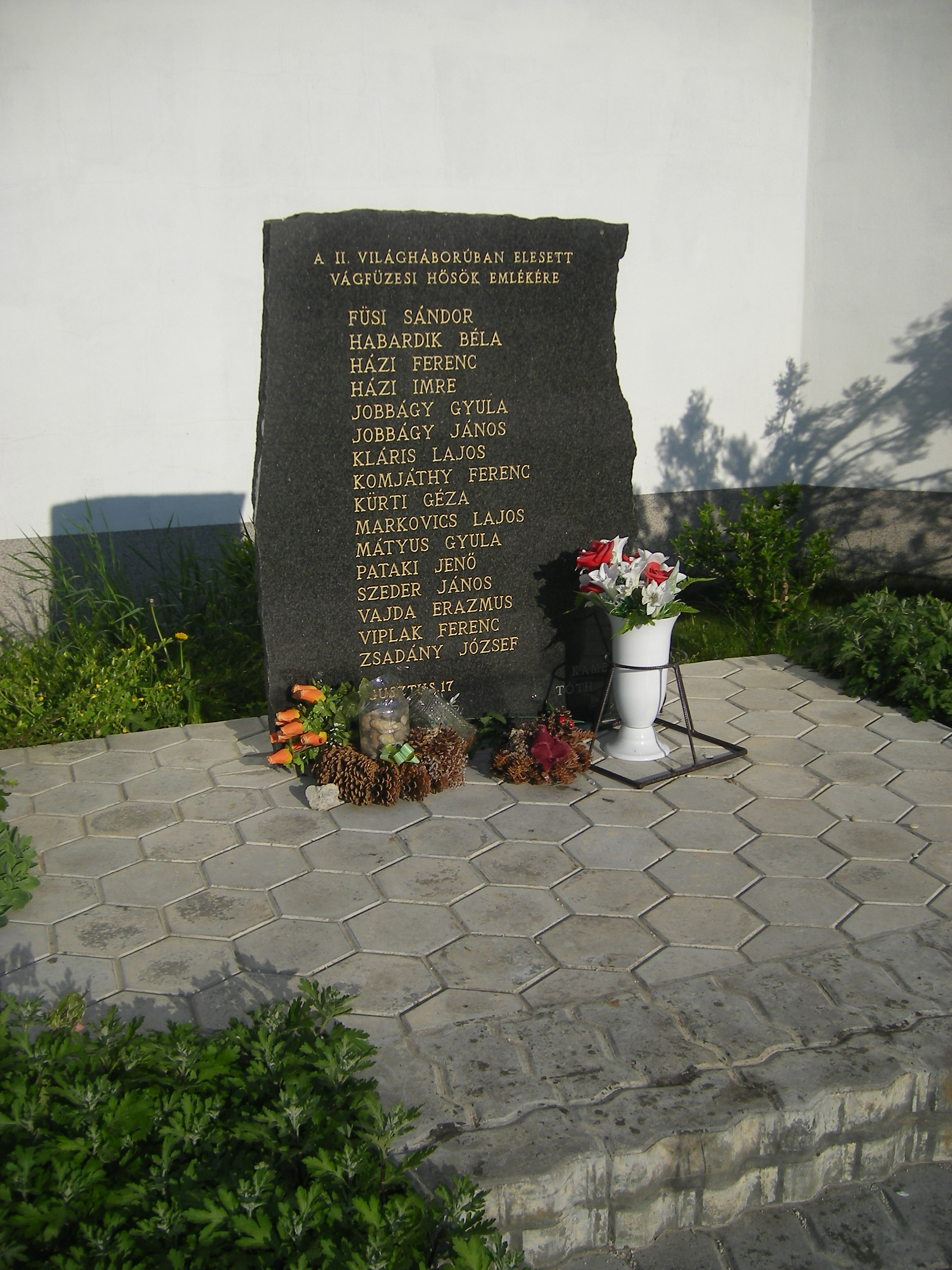

##### Alsószecse

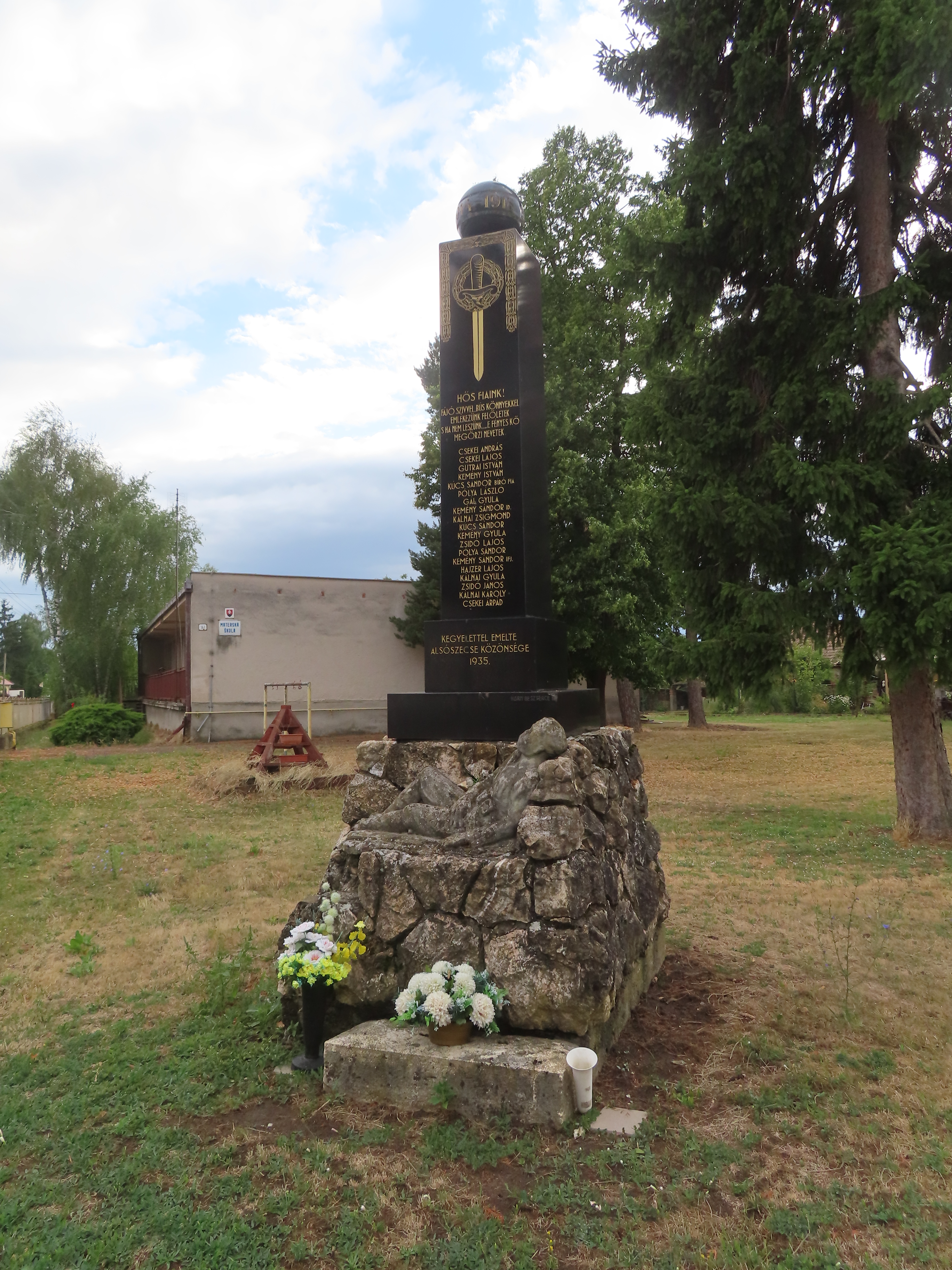

##### Alsószemeréd

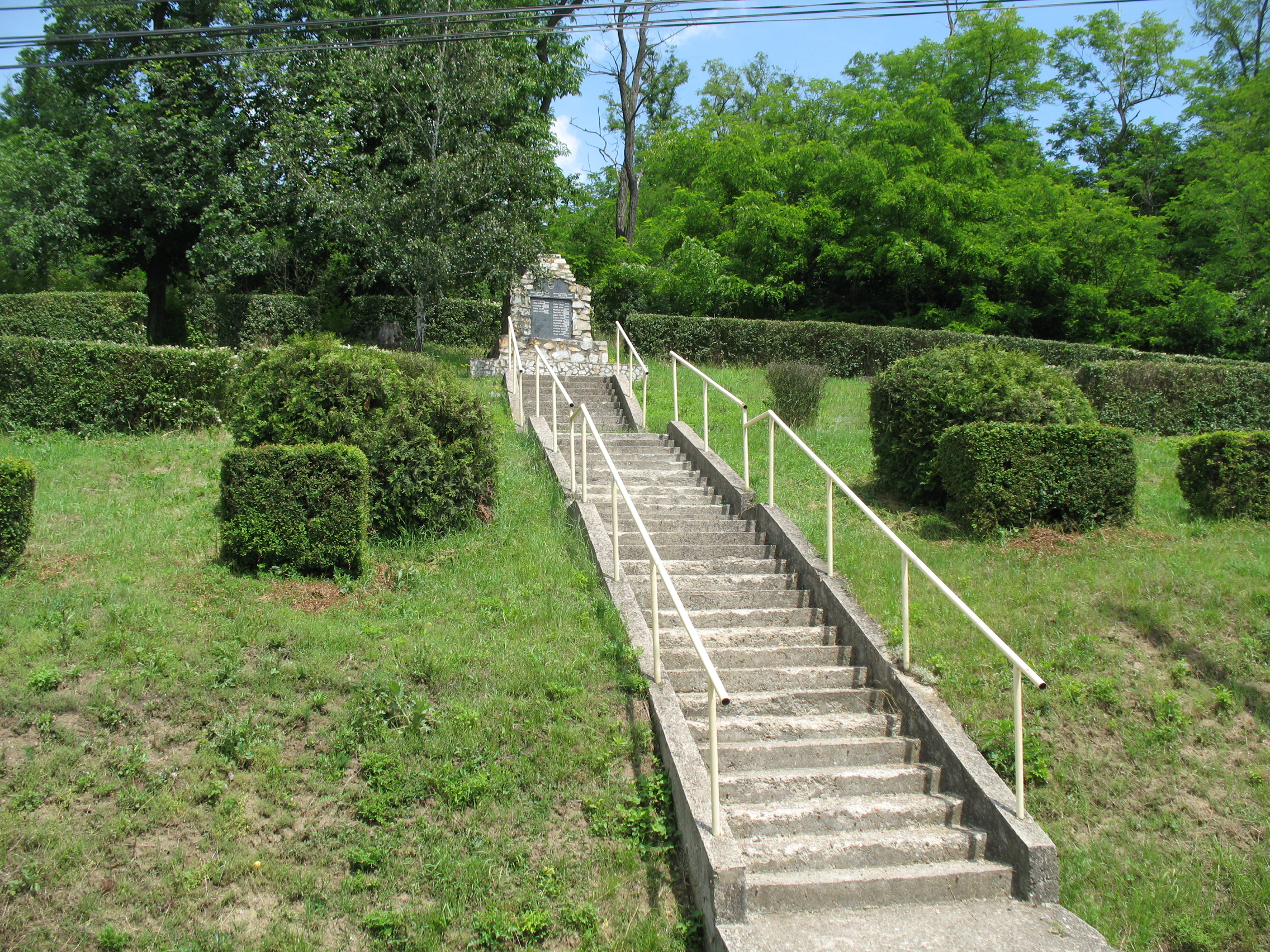

##### Barsbese

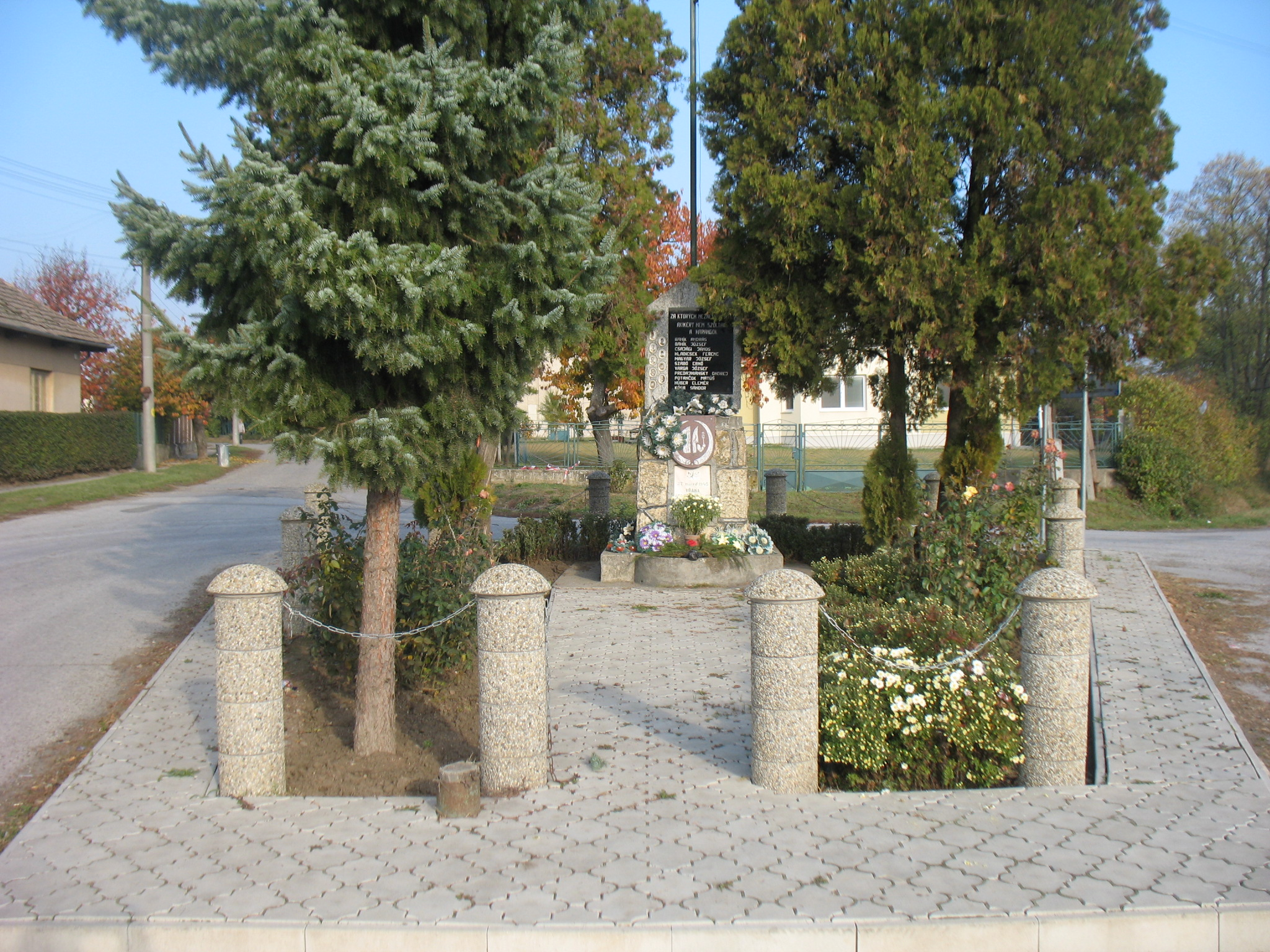

##### Barsendréd

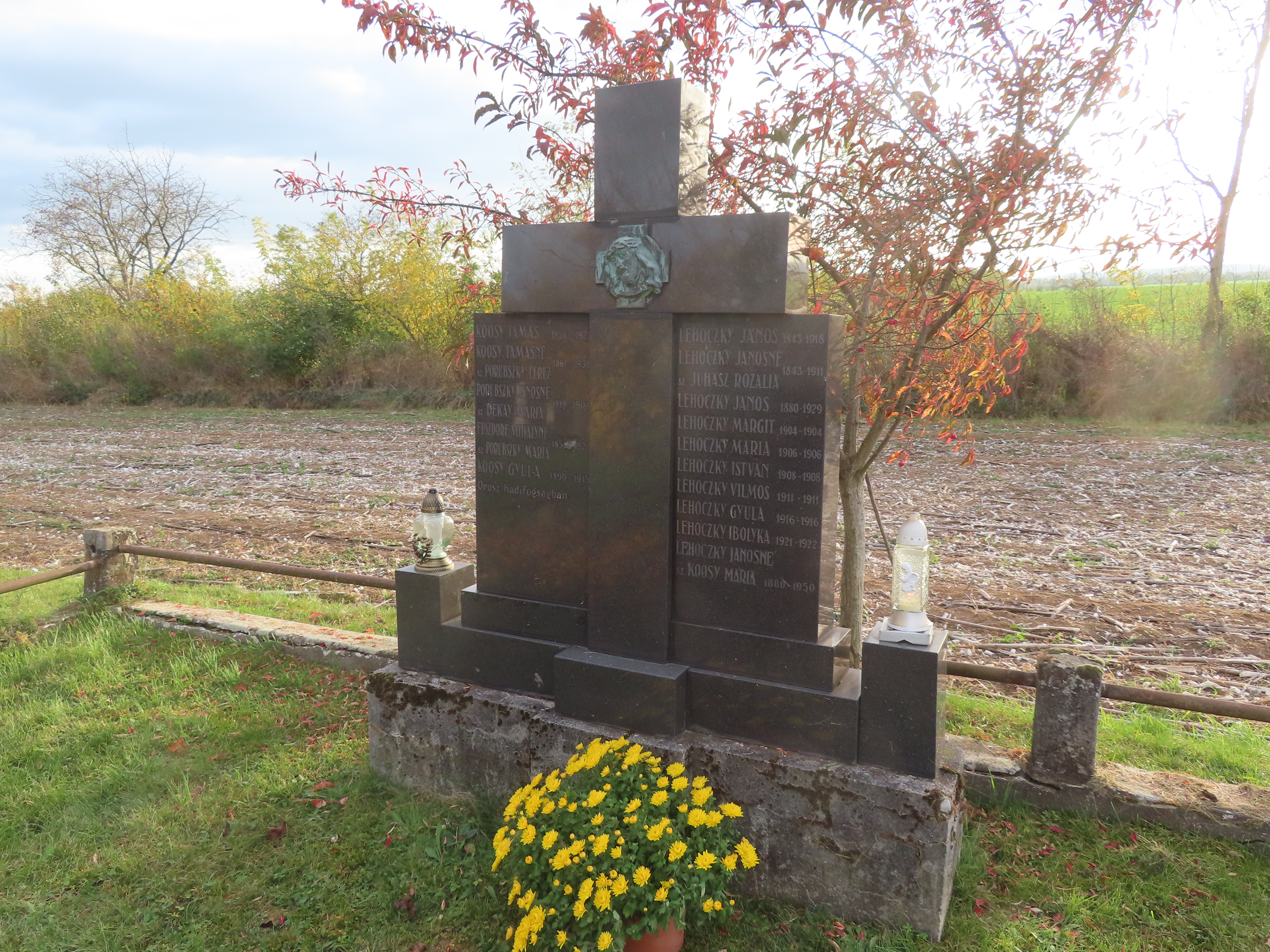
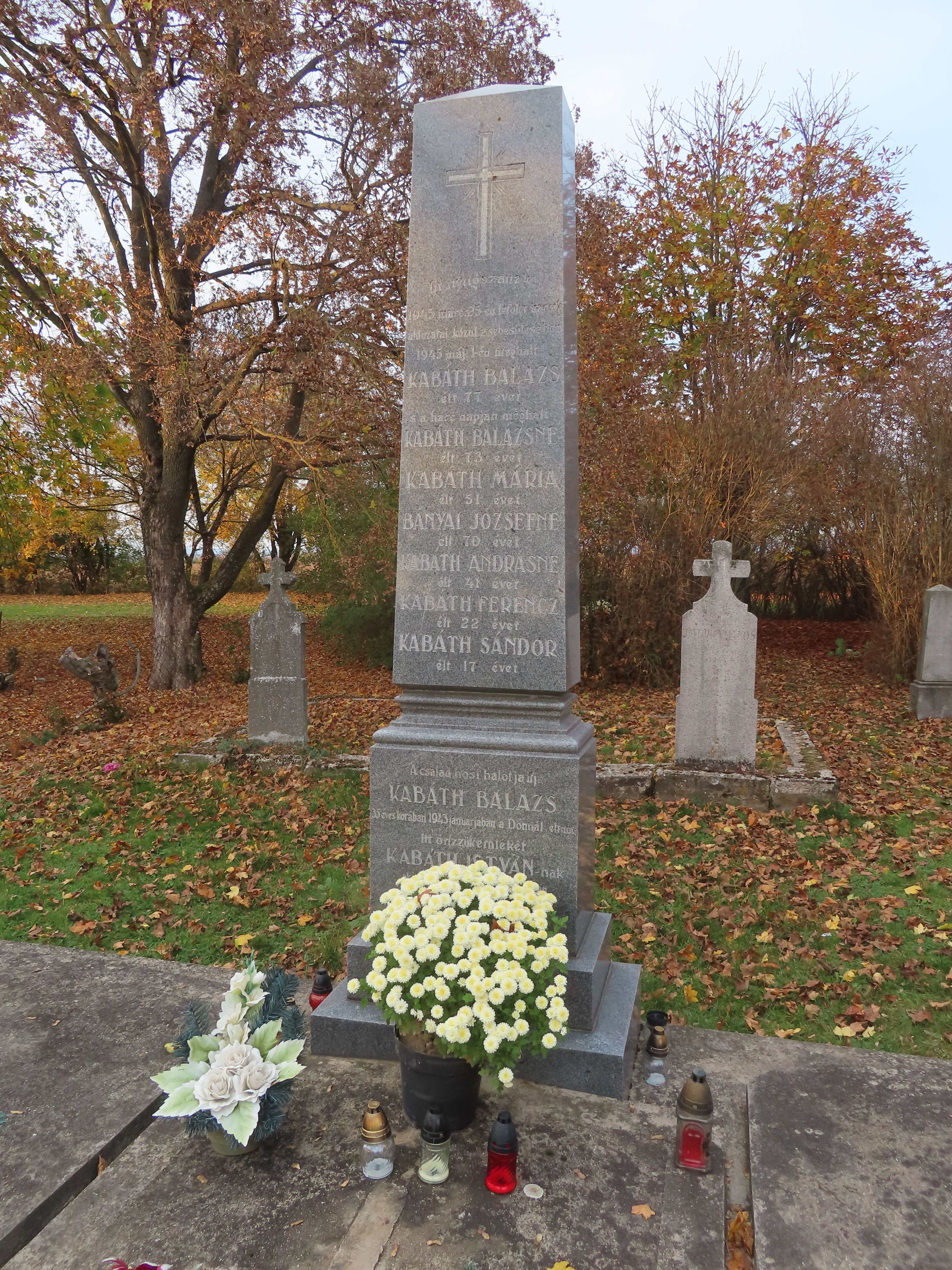

##### Deménd

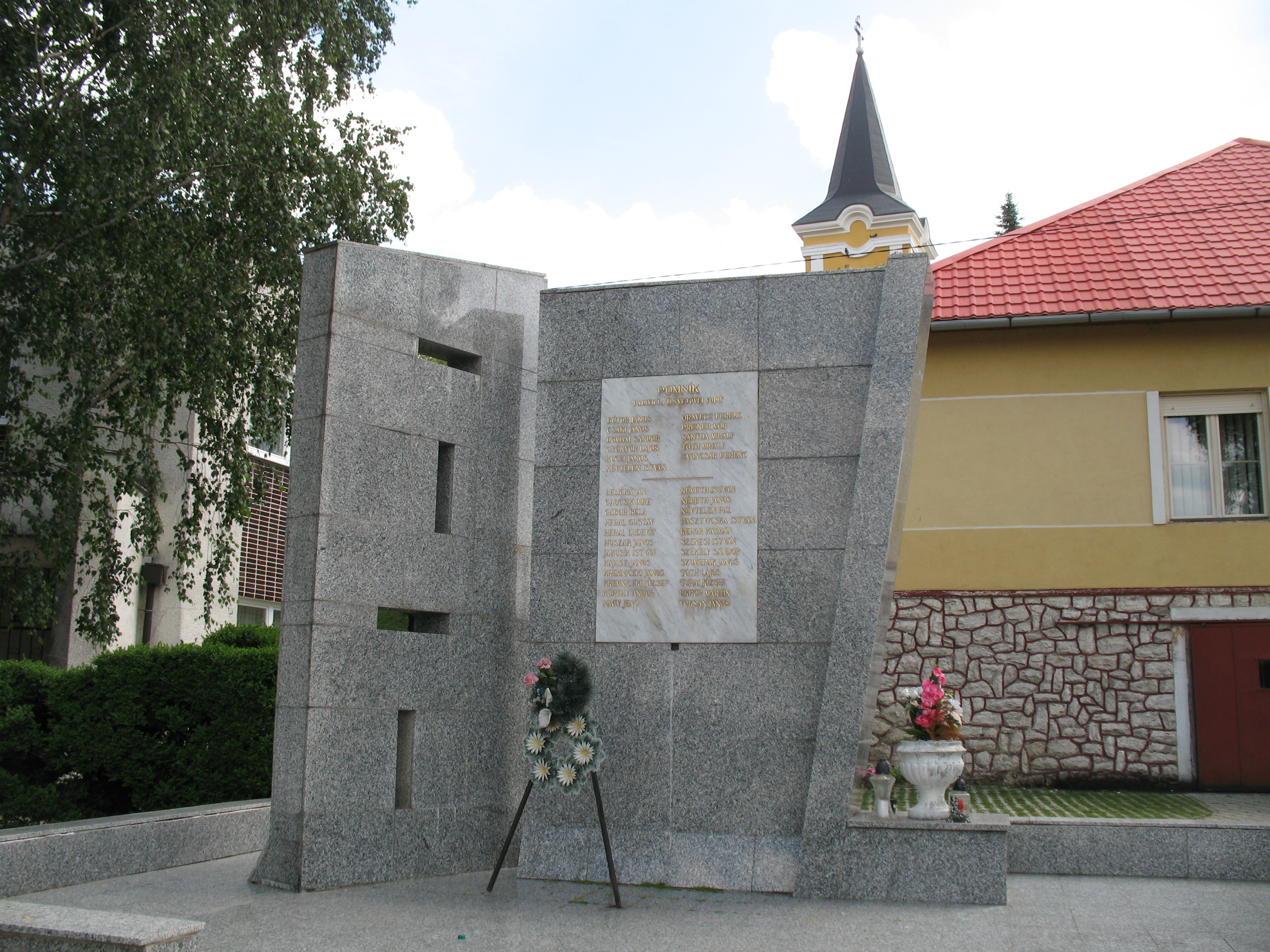

##### Ény

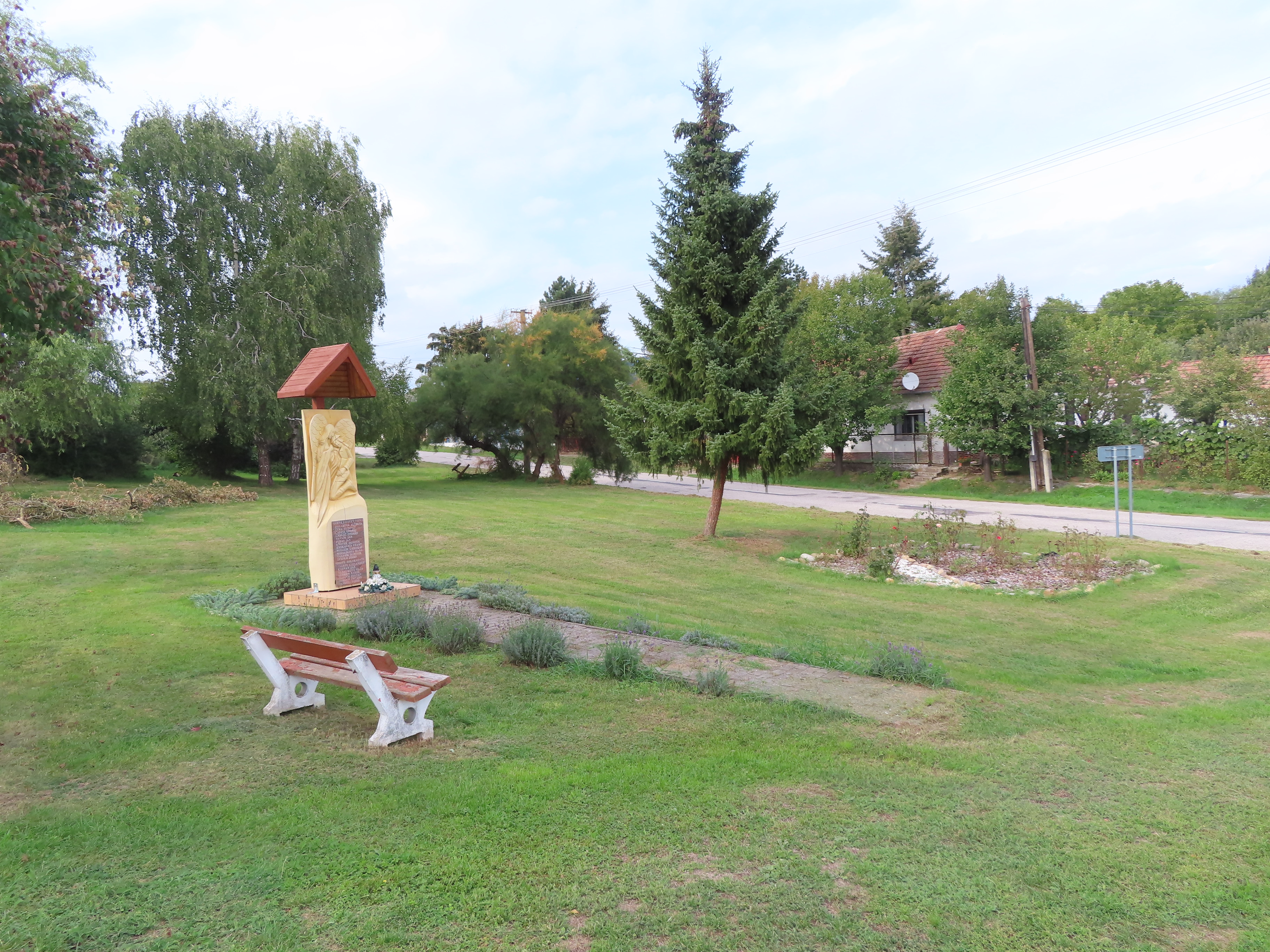
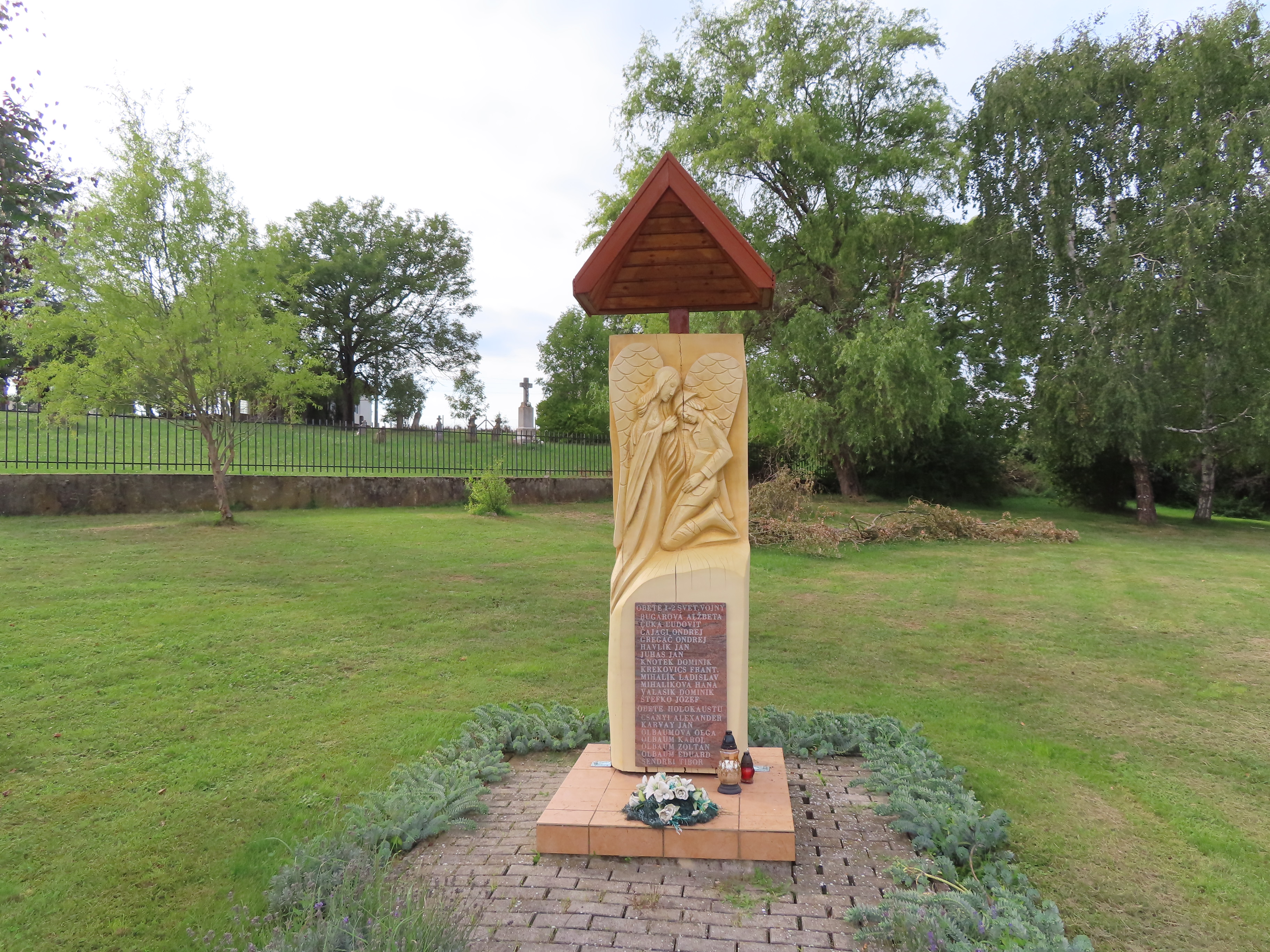
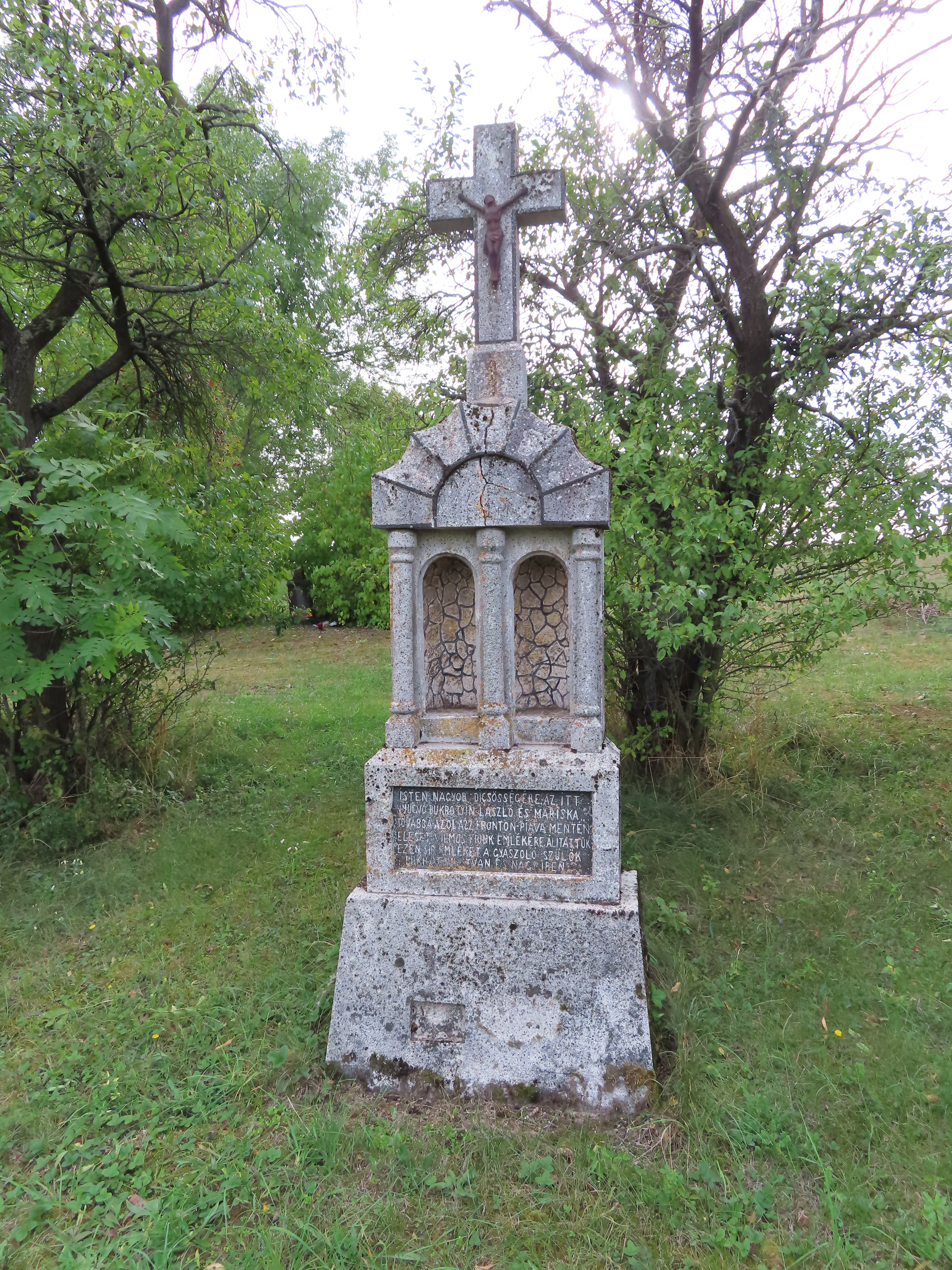

##### Érsekkéty

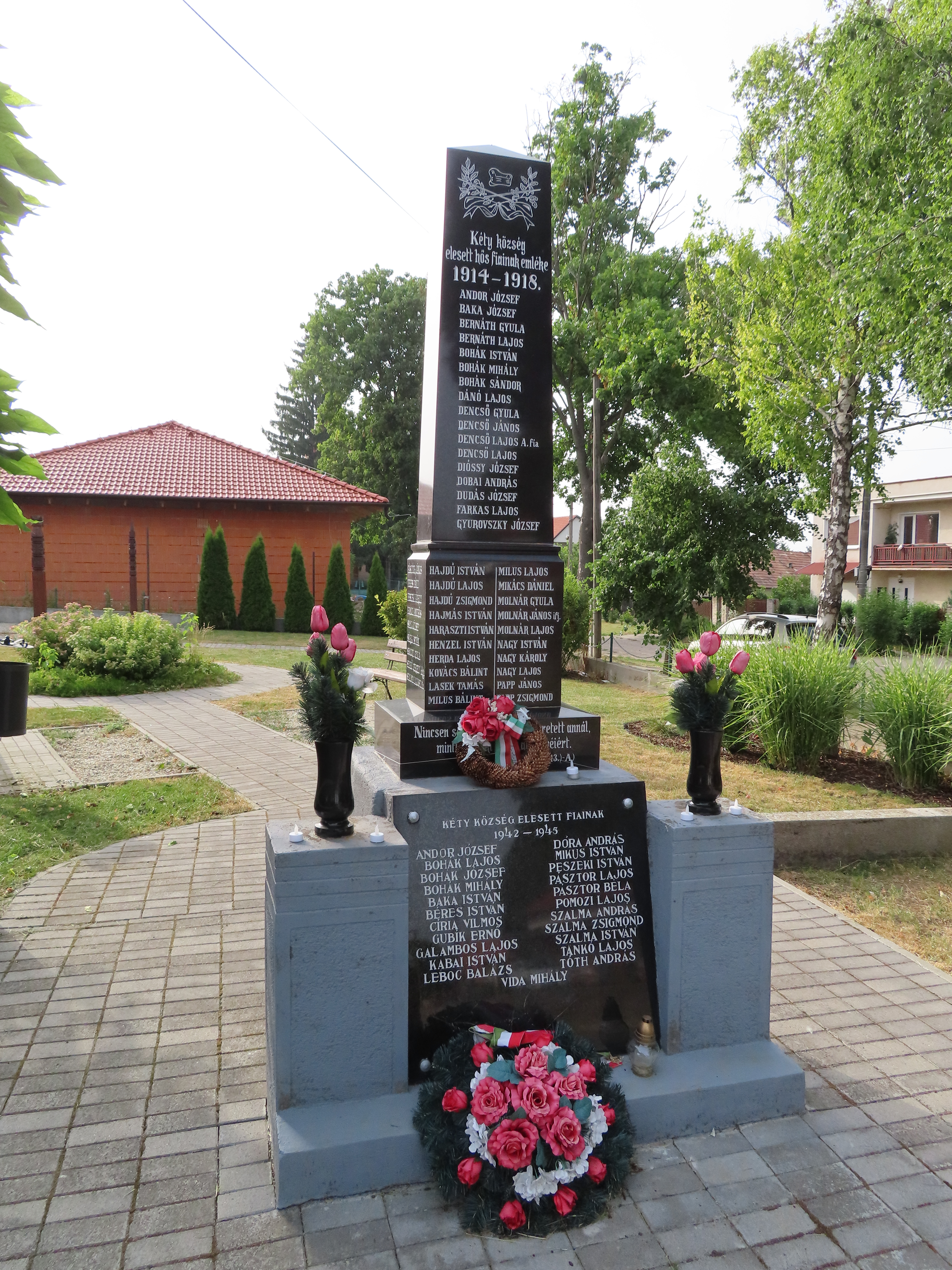

##### Felsőszecse

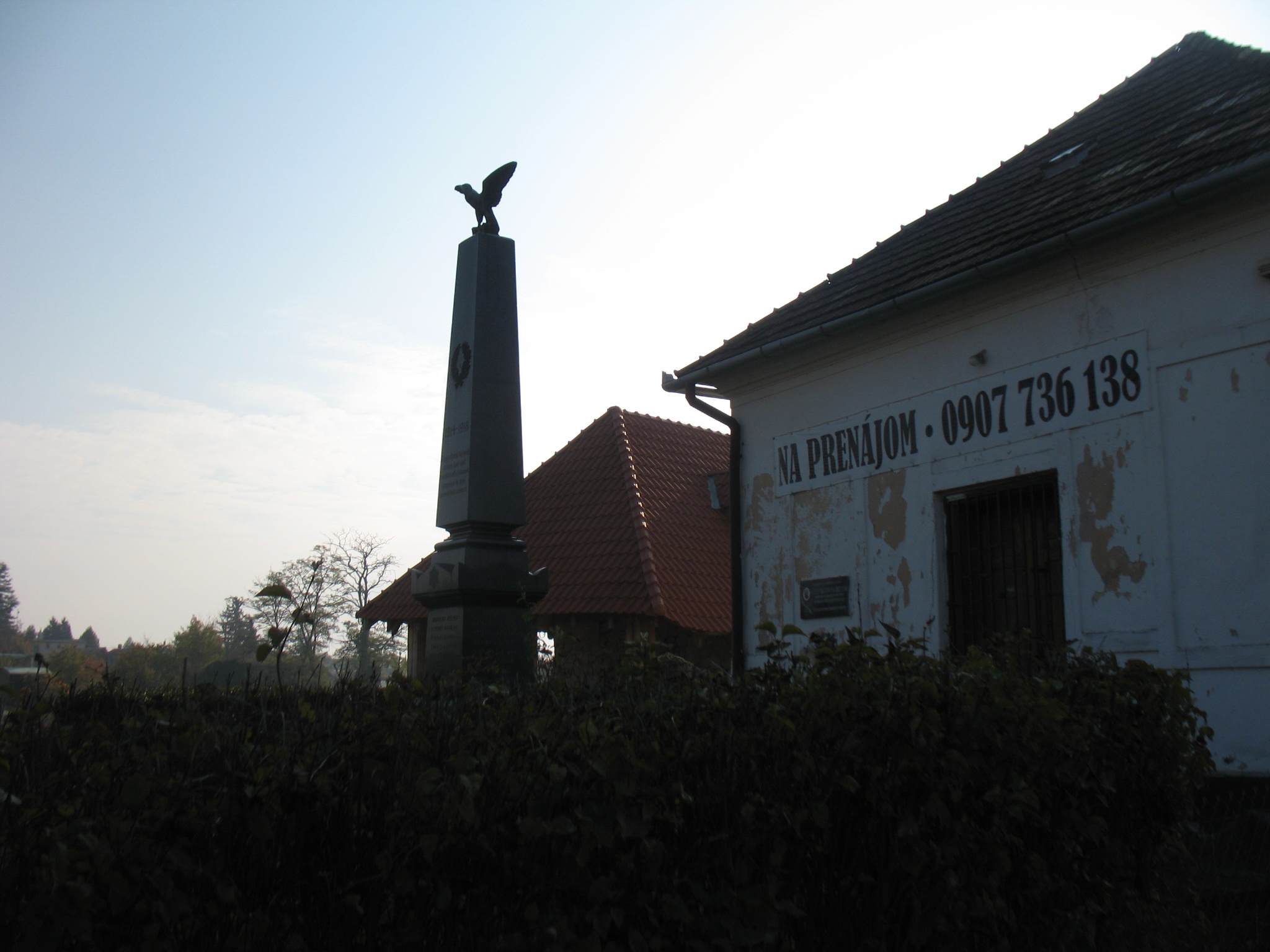

##### Garamszentgyörgy

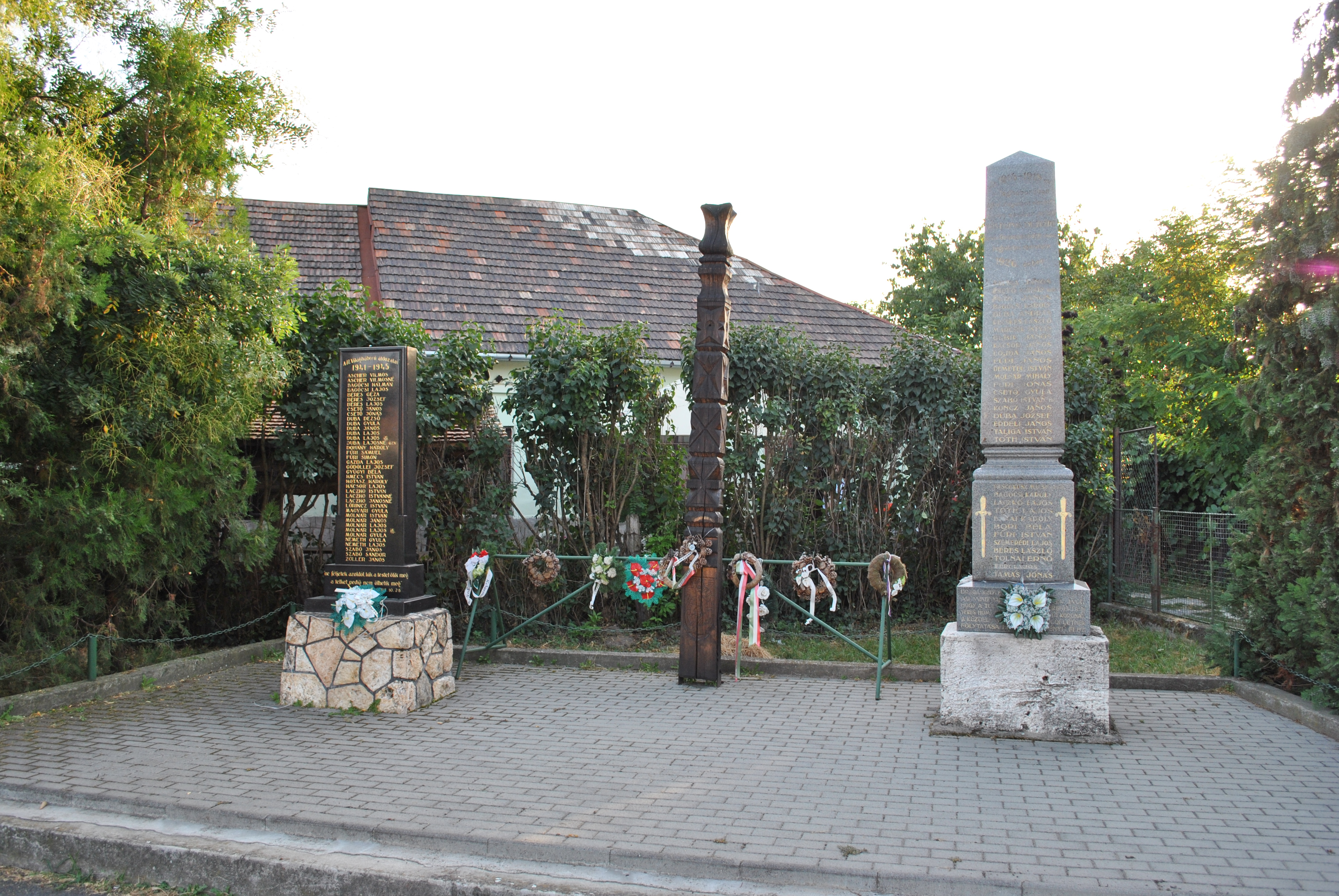

##### Hontfüzesgyarmat

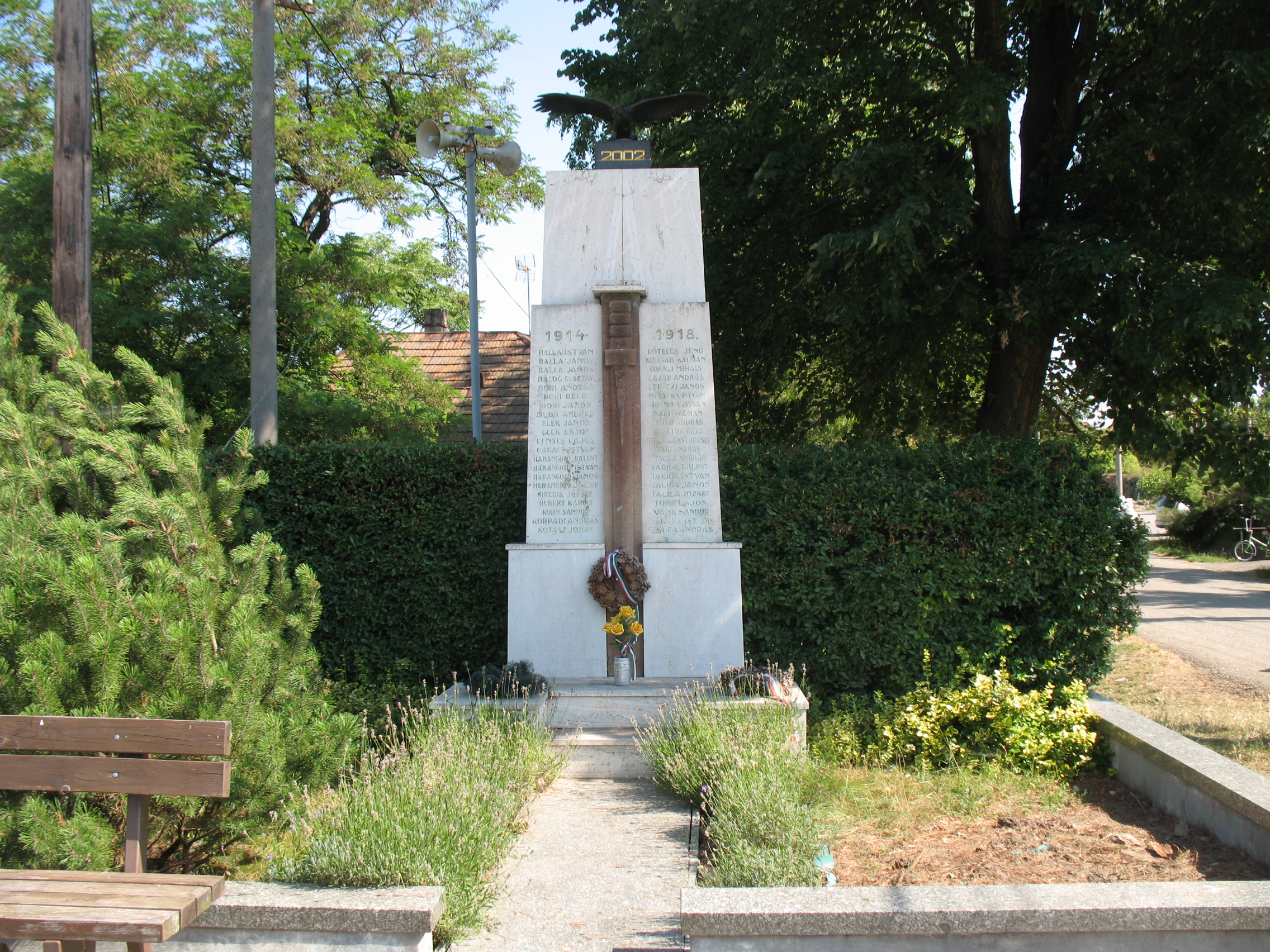

##### Ipolybél

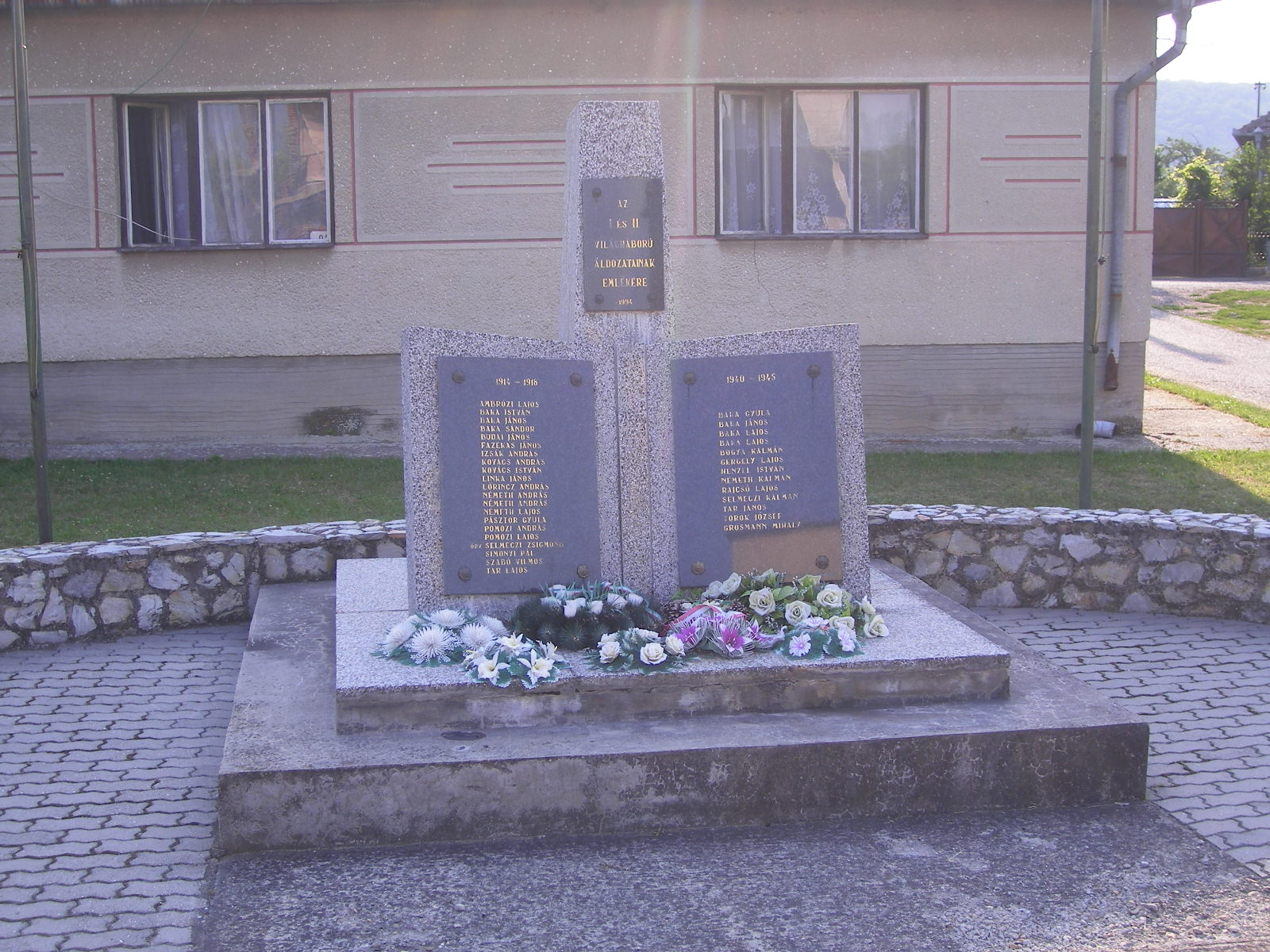

##### Ipolypásztó

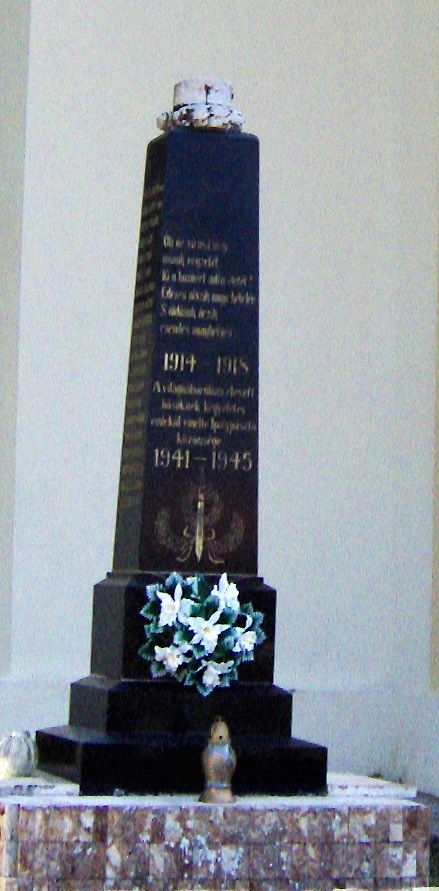

##### Ipolyság

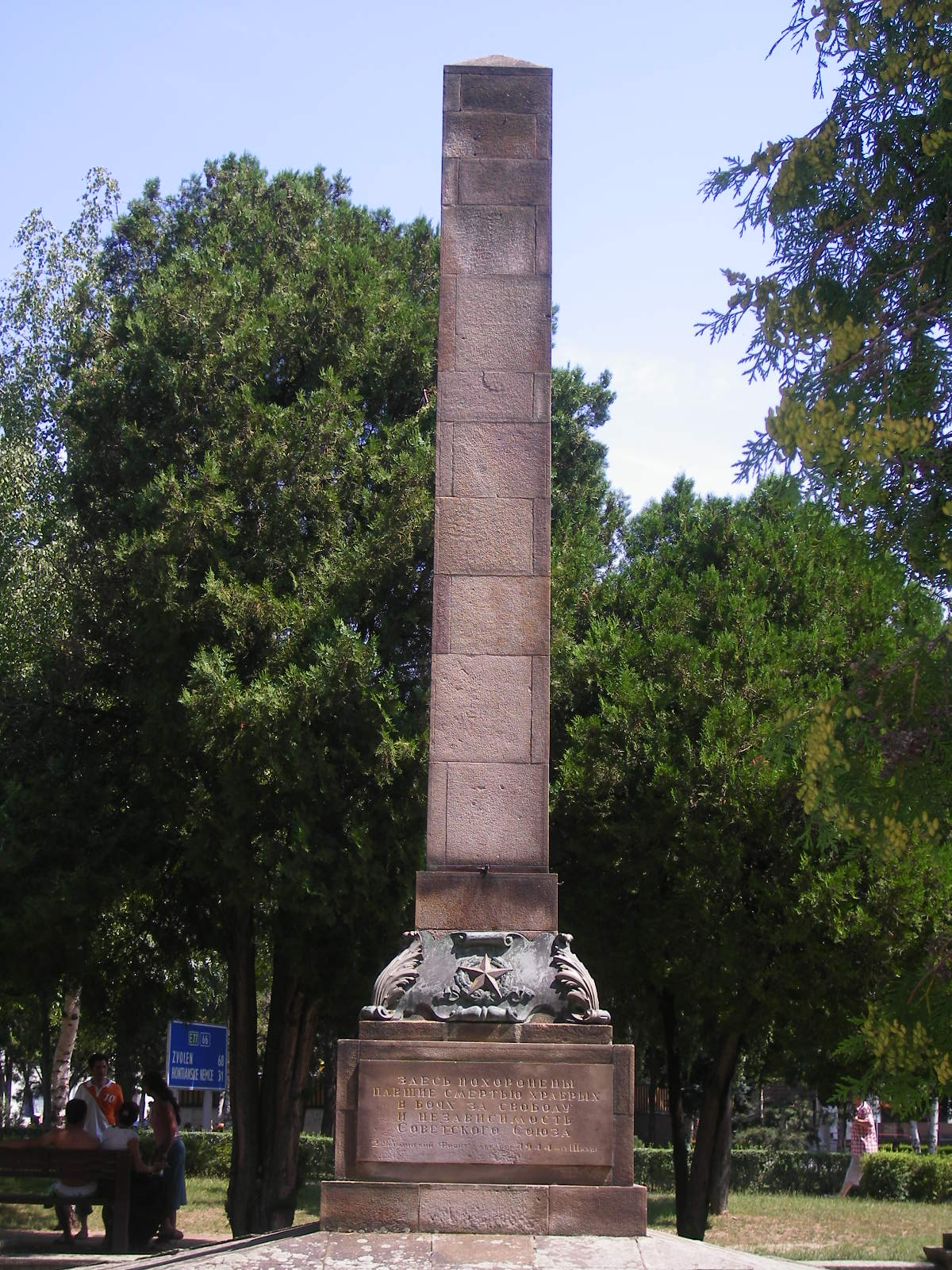

##### Ipolyság-Tesmag

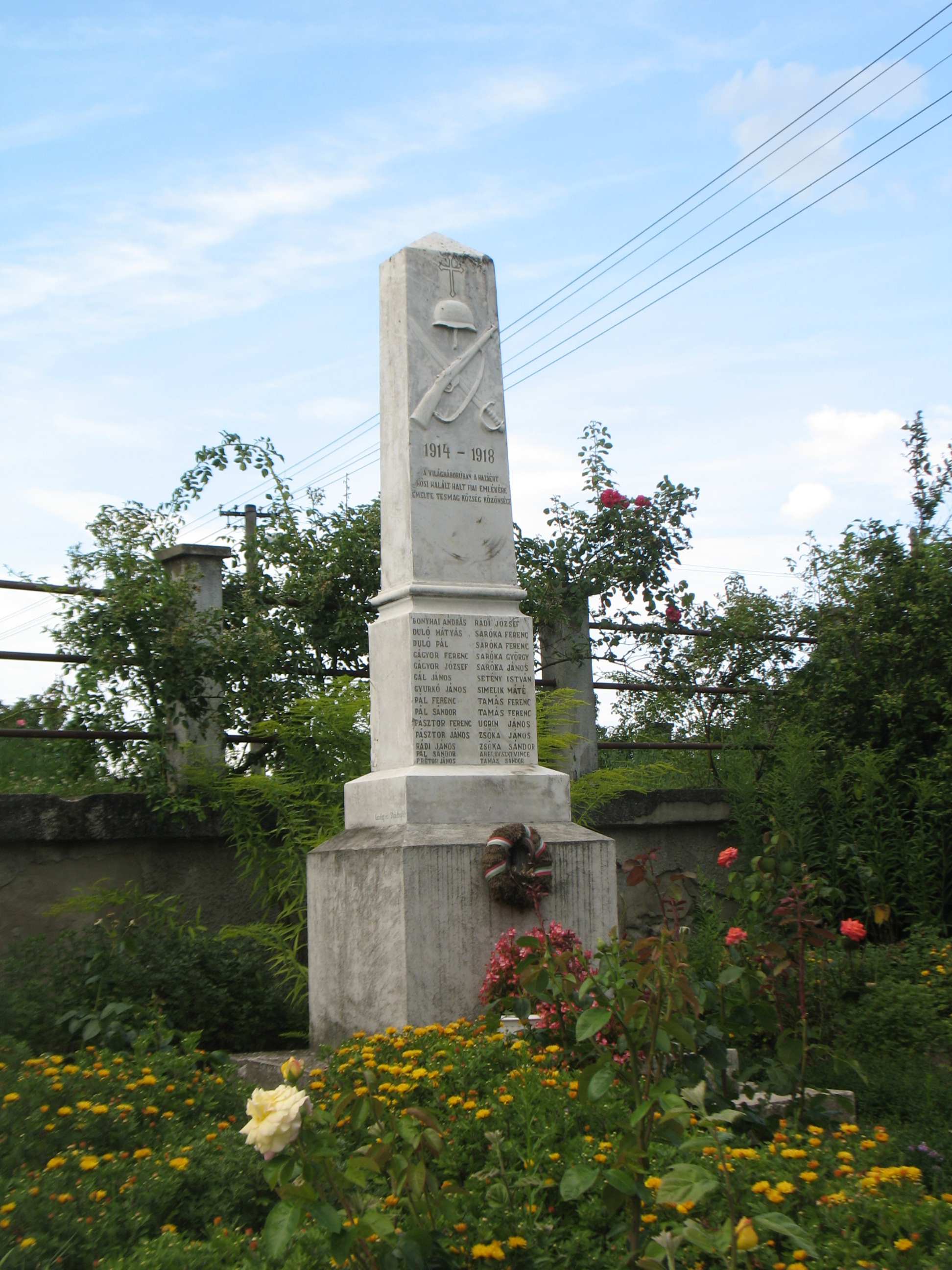
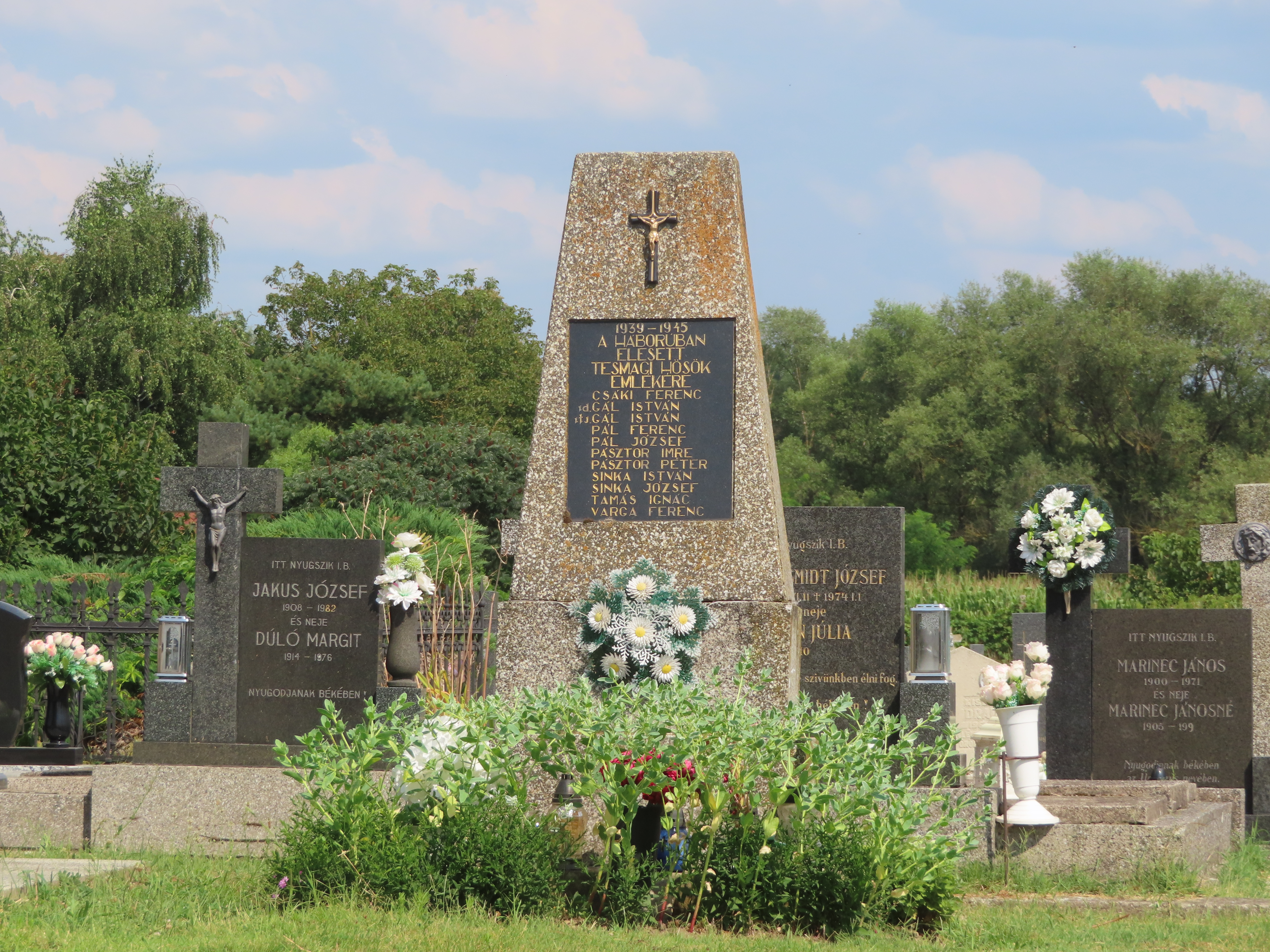

##### Ipolyvisk

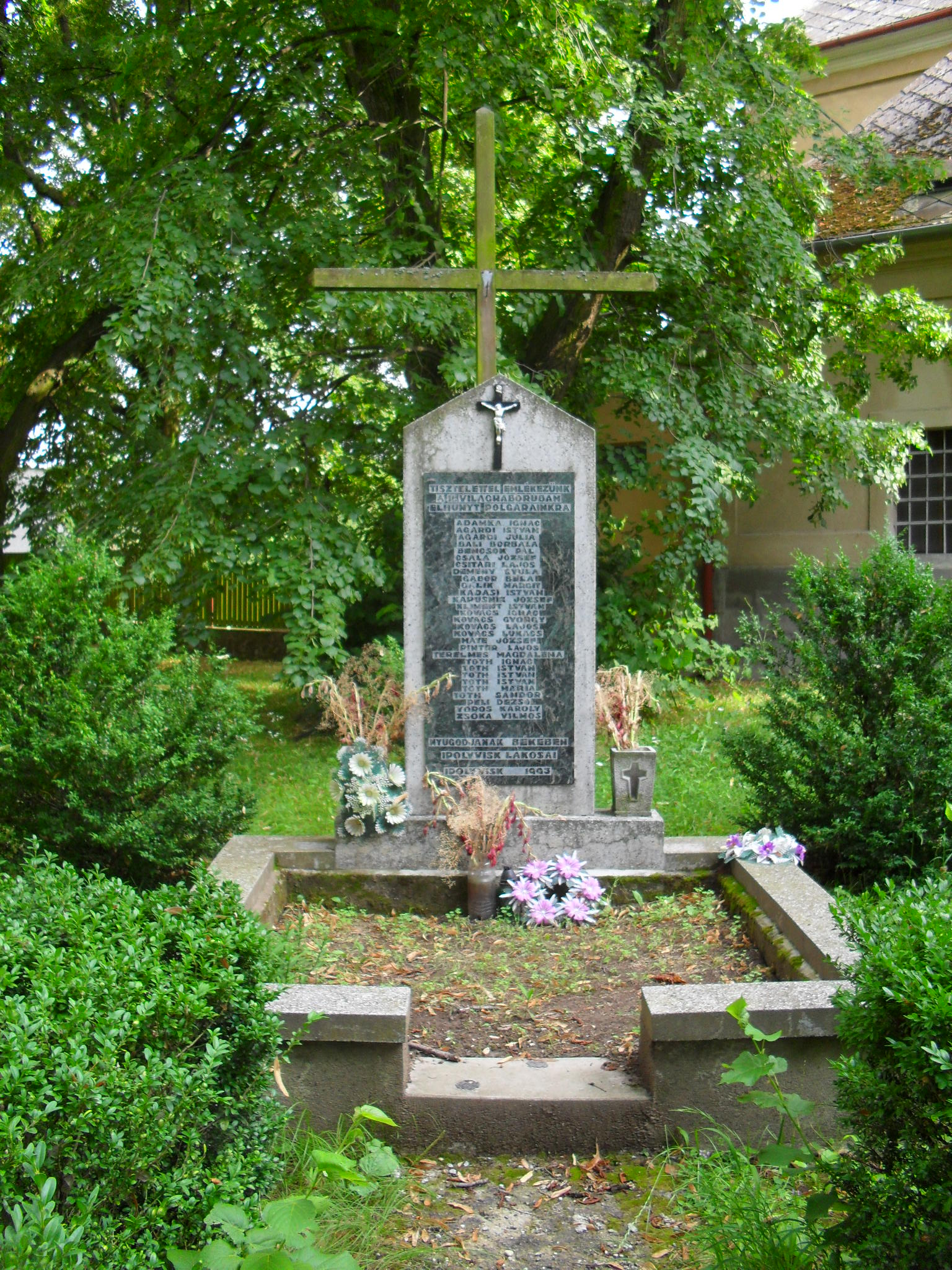
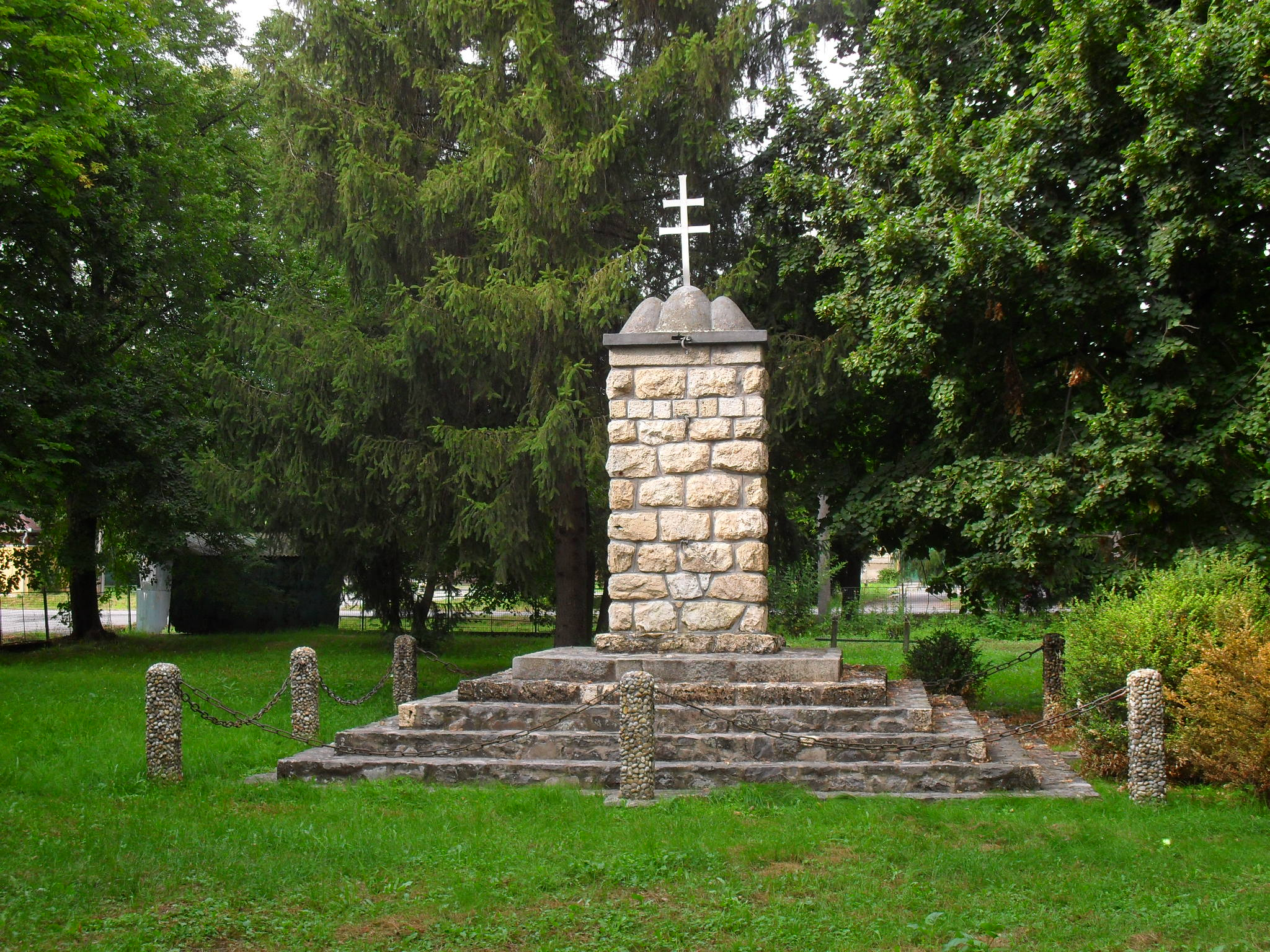

##### Kálna

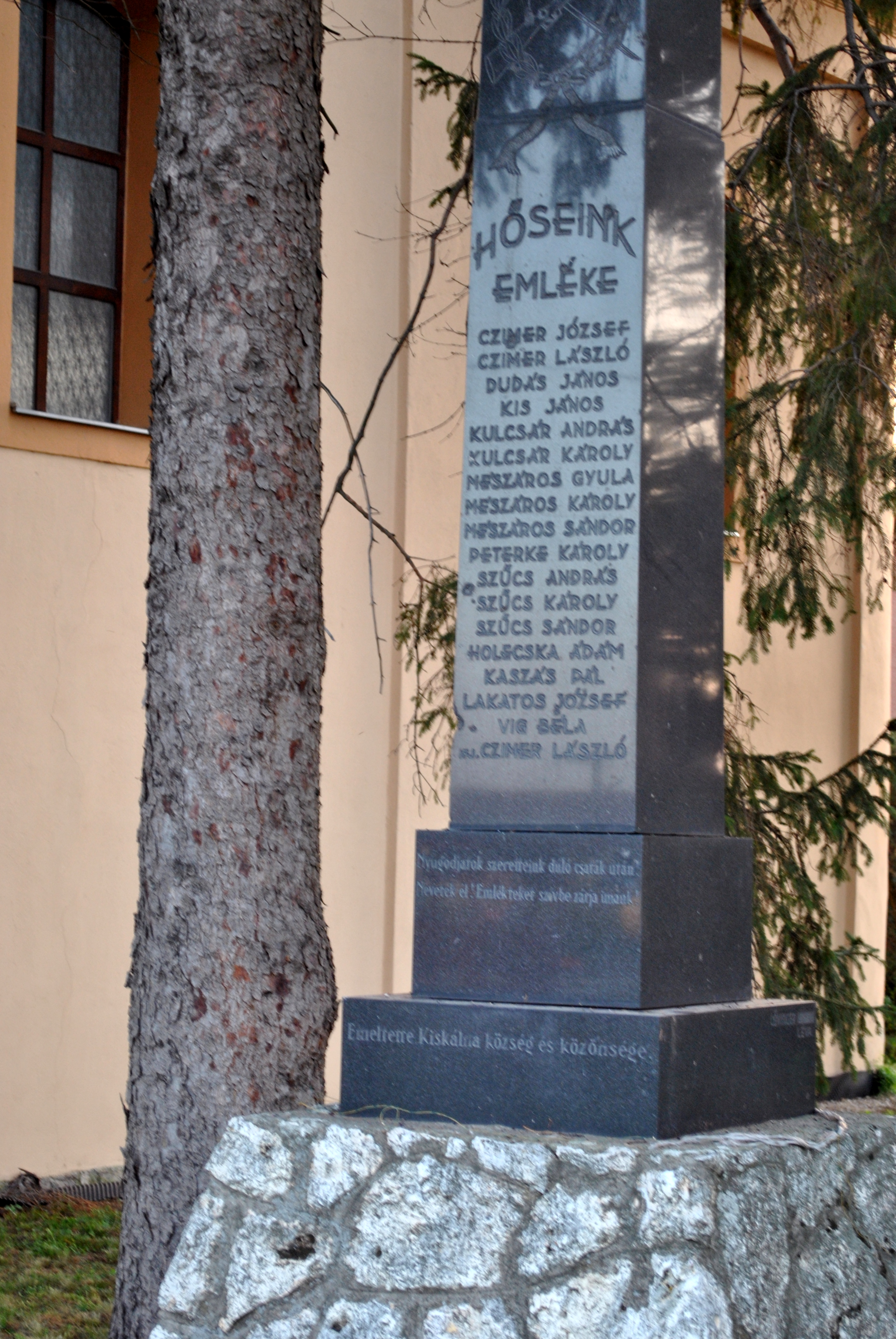
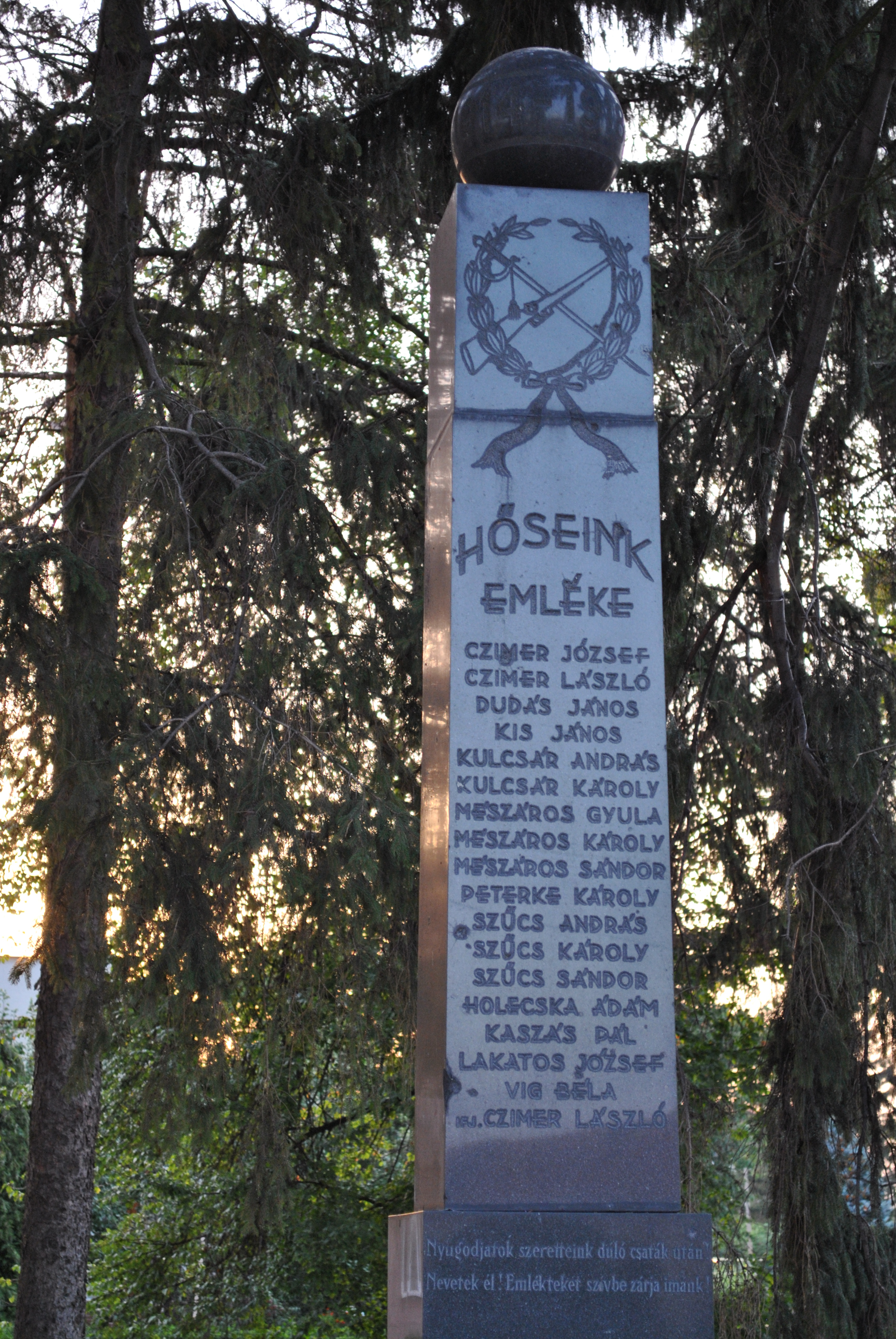

##### Kétfegyvernek

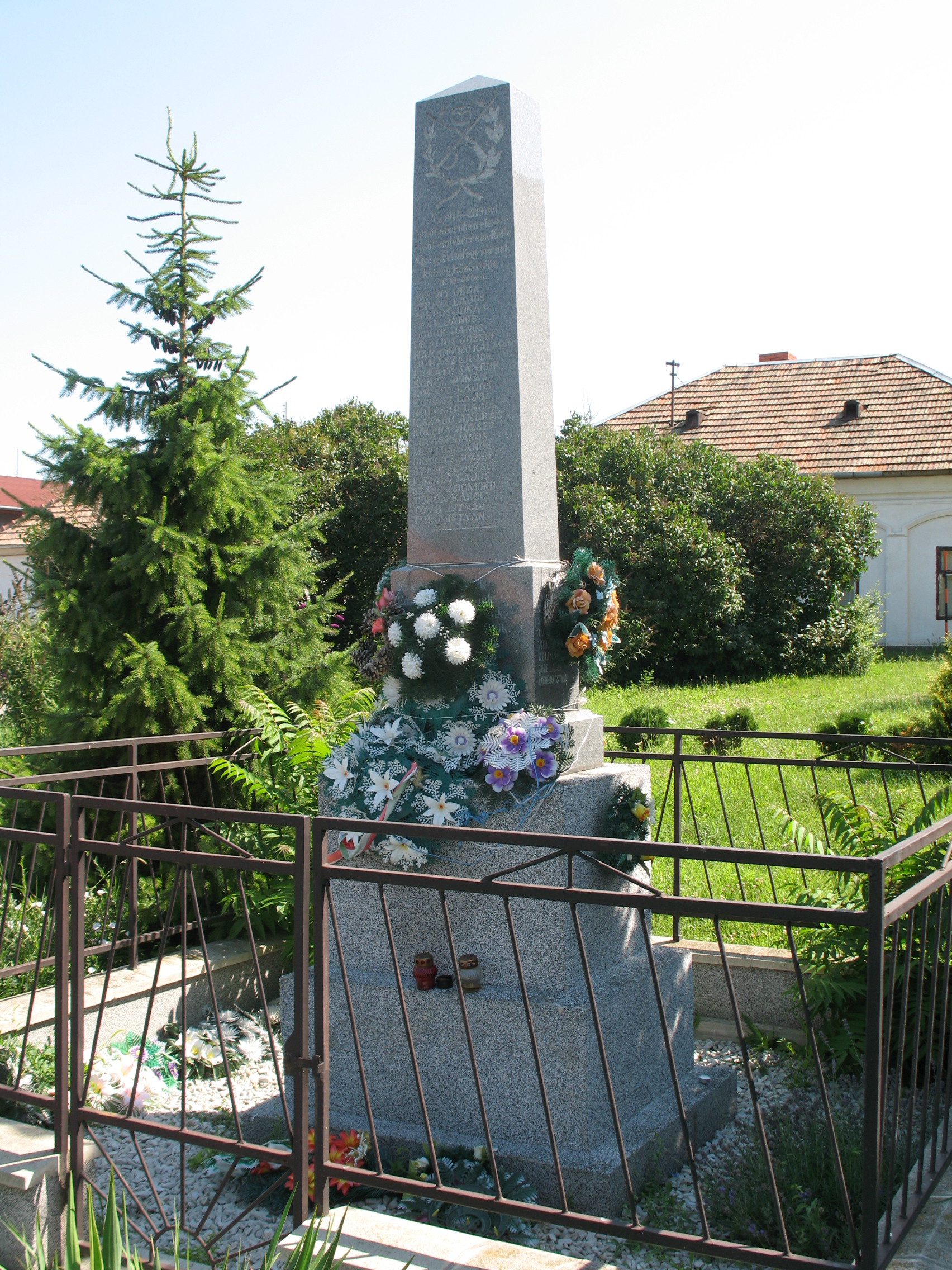

##### Kiskoszmály

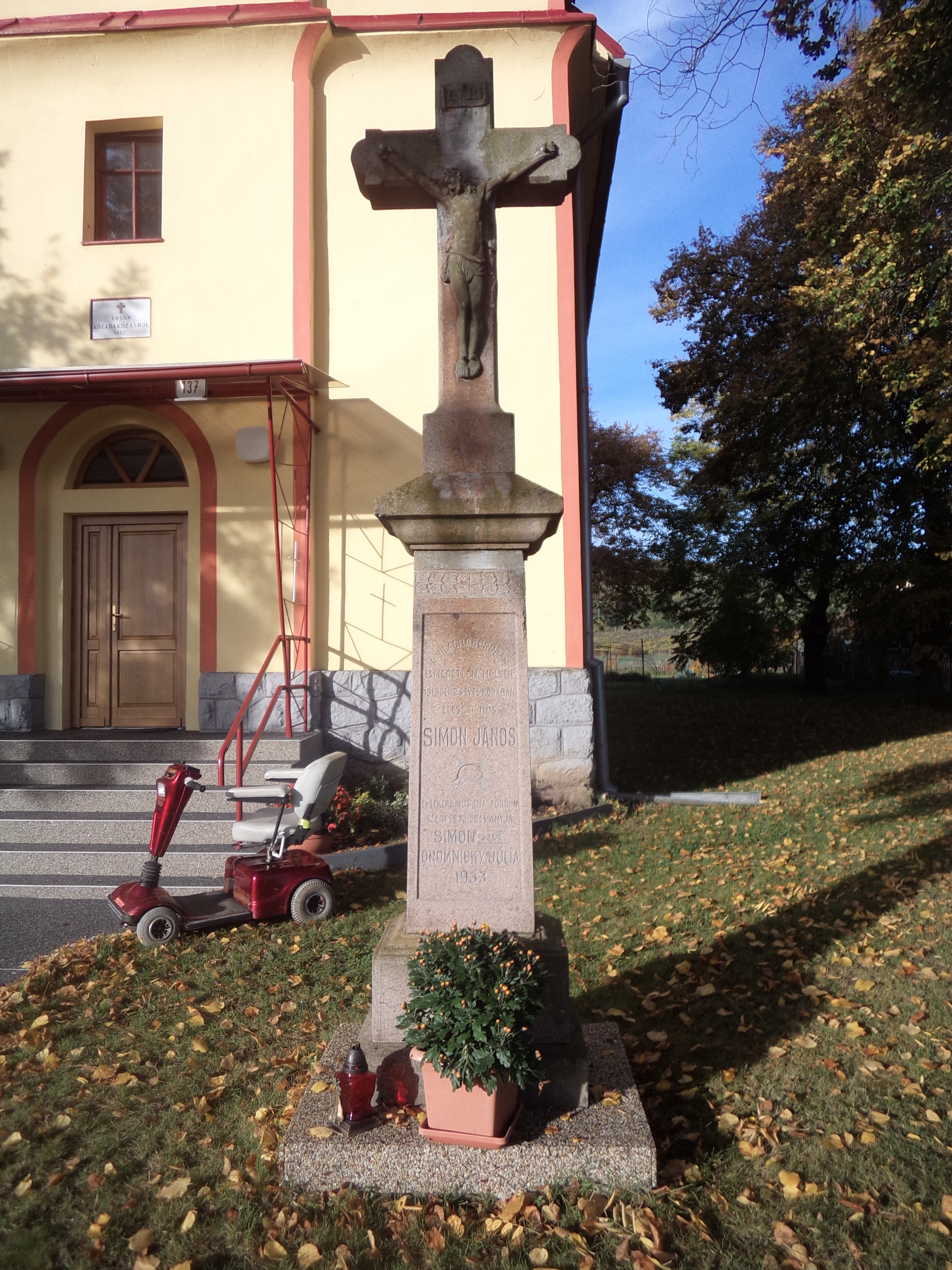

##### Kural

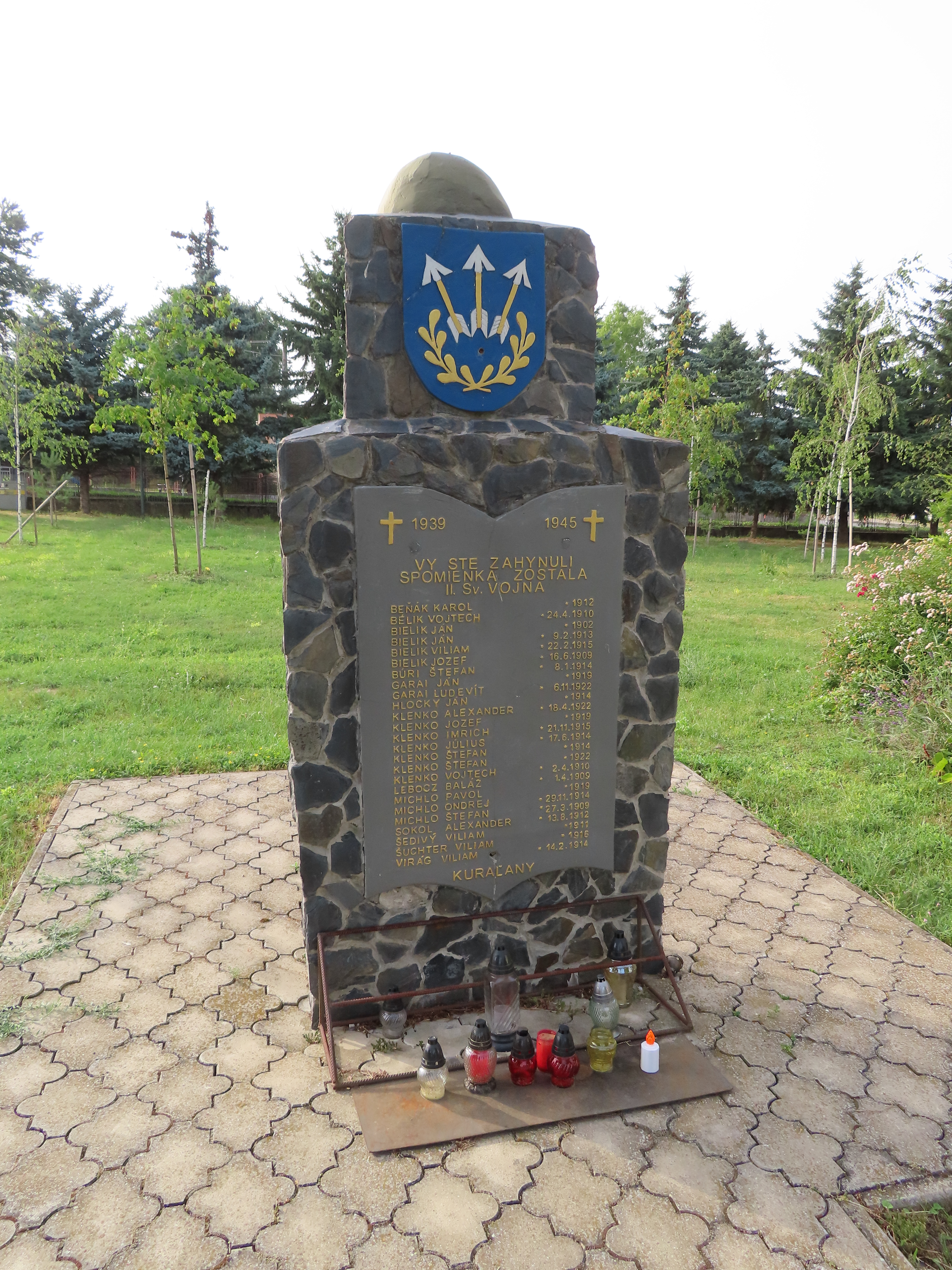
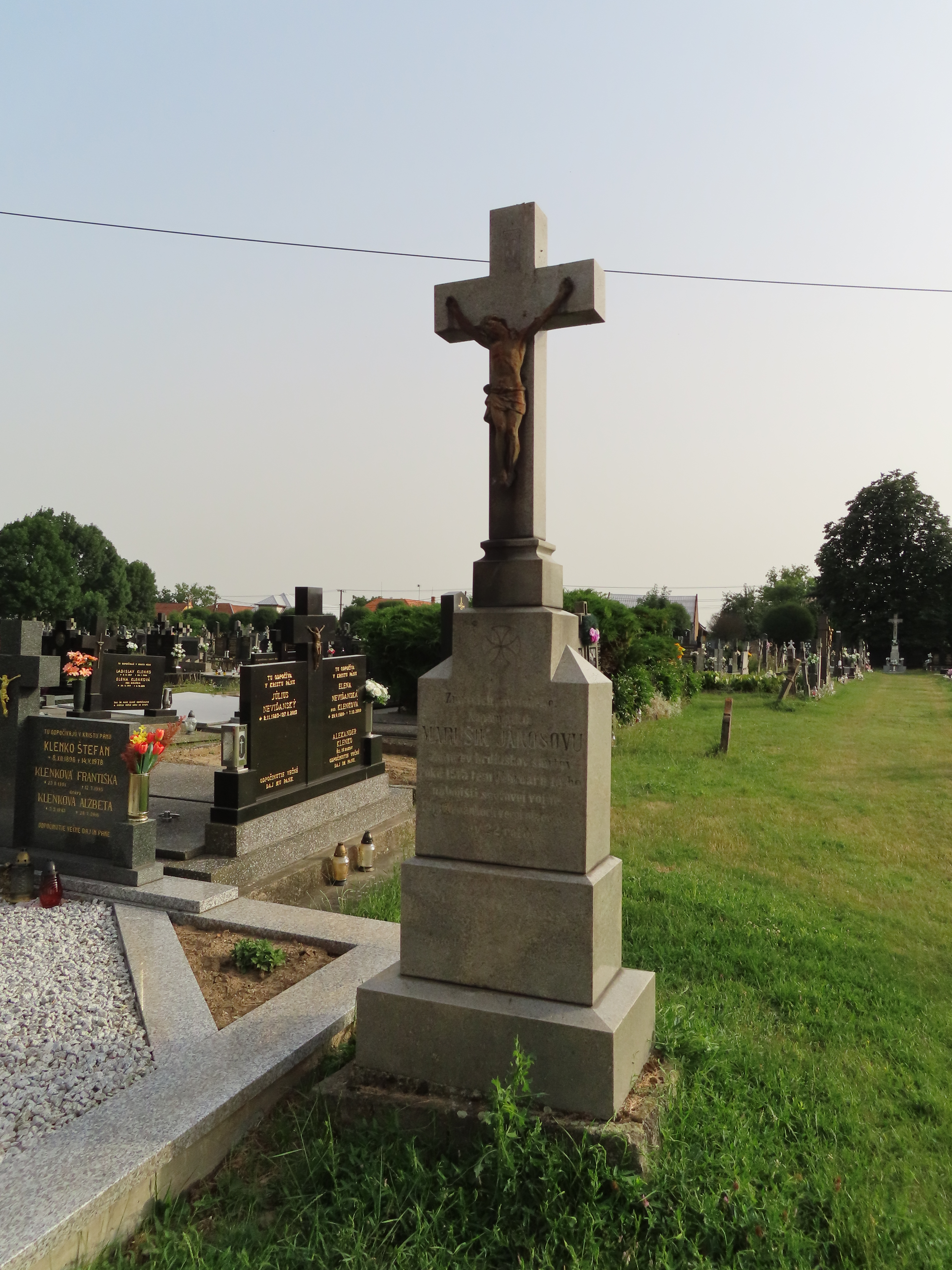

##### Nagysalló

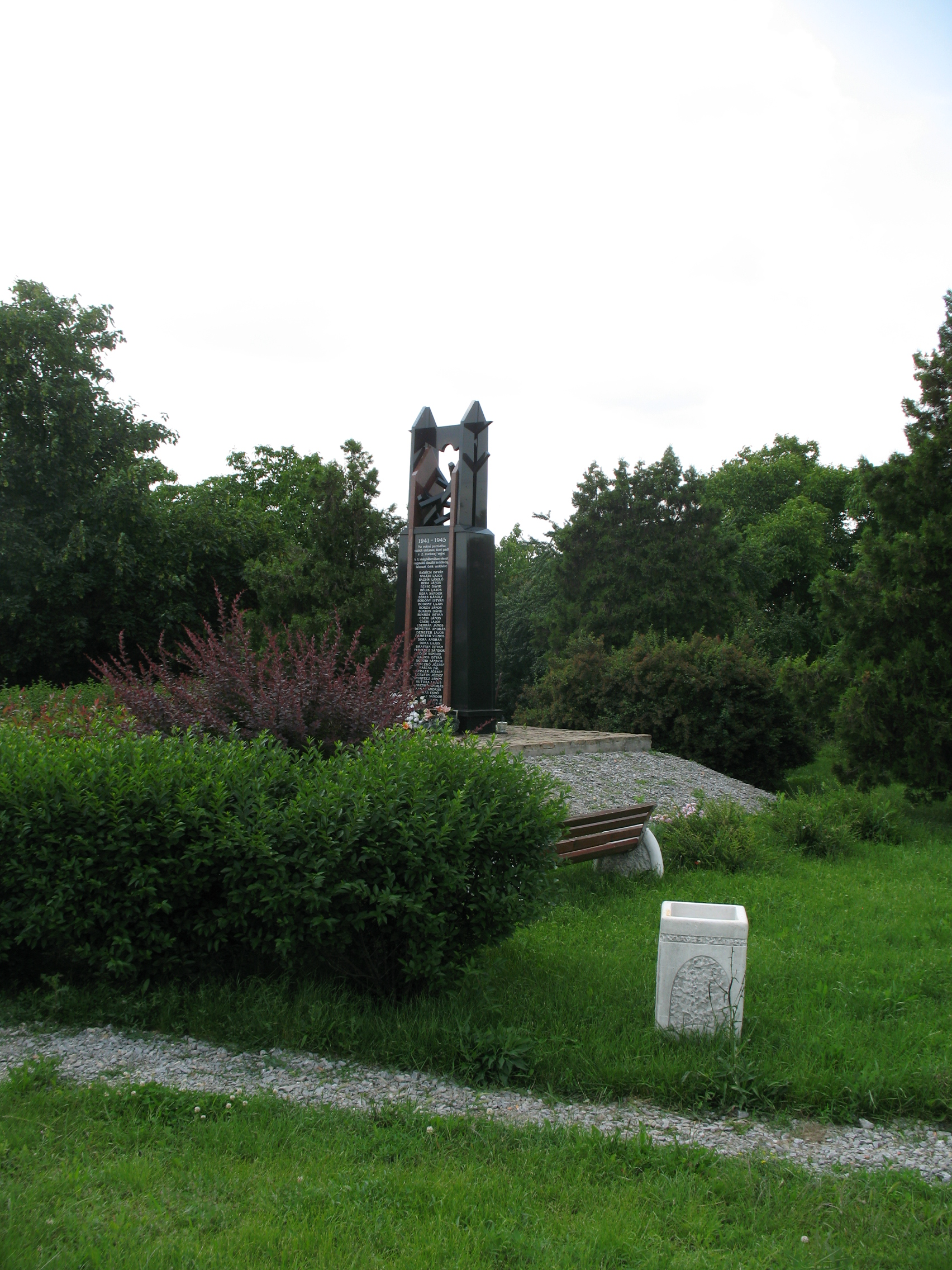
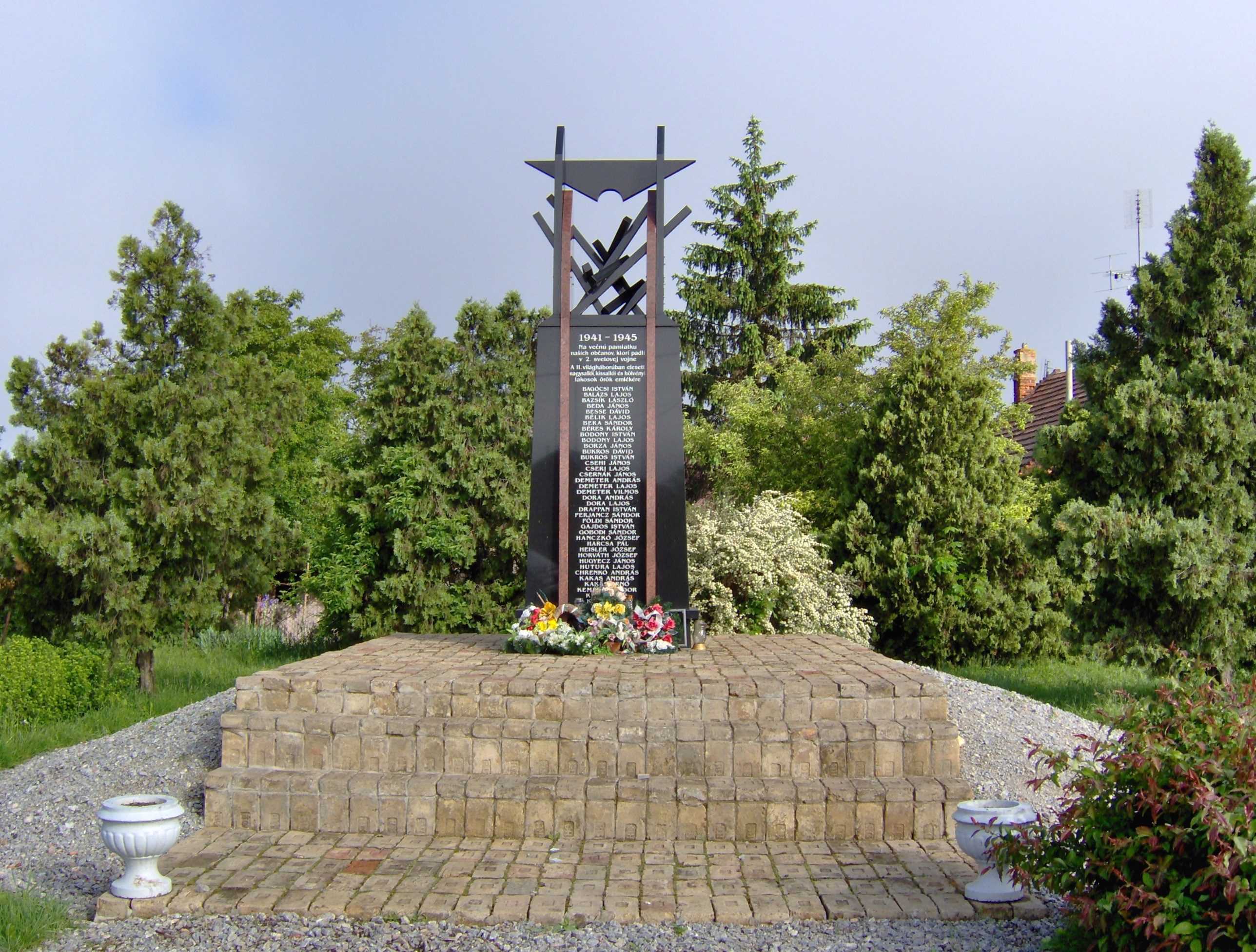

##### Nyírágó

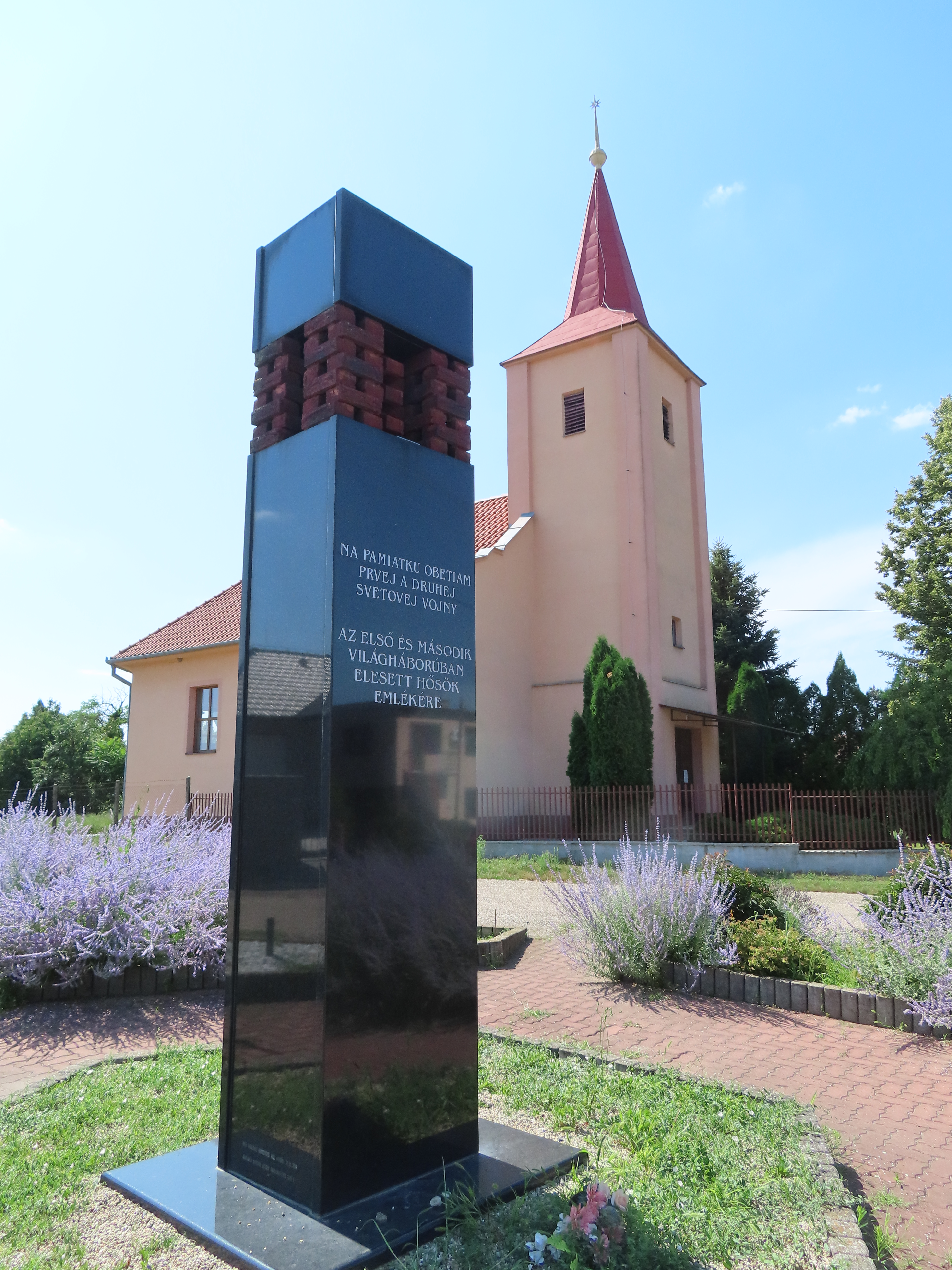

##### Óbars

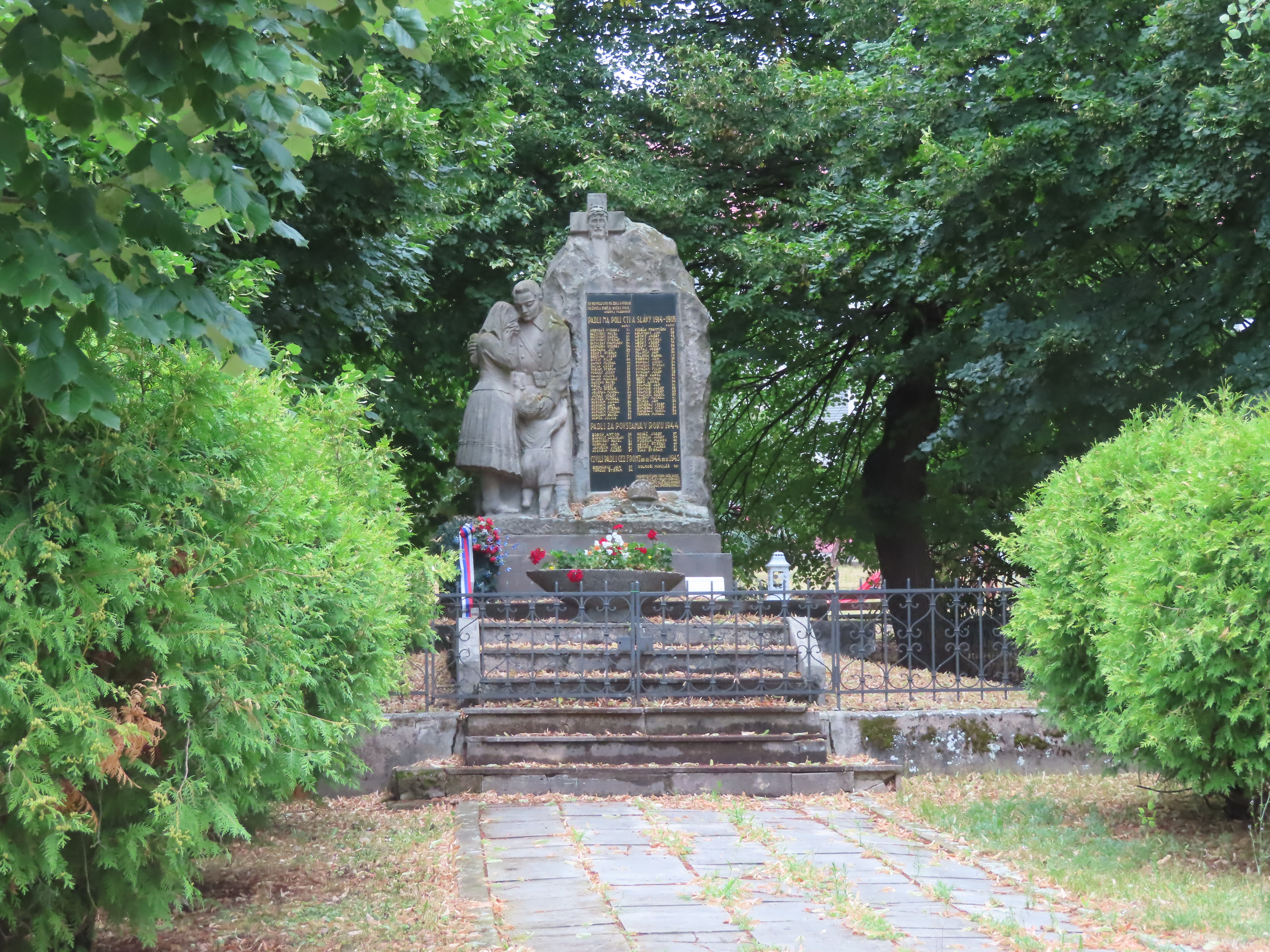

##### Palást

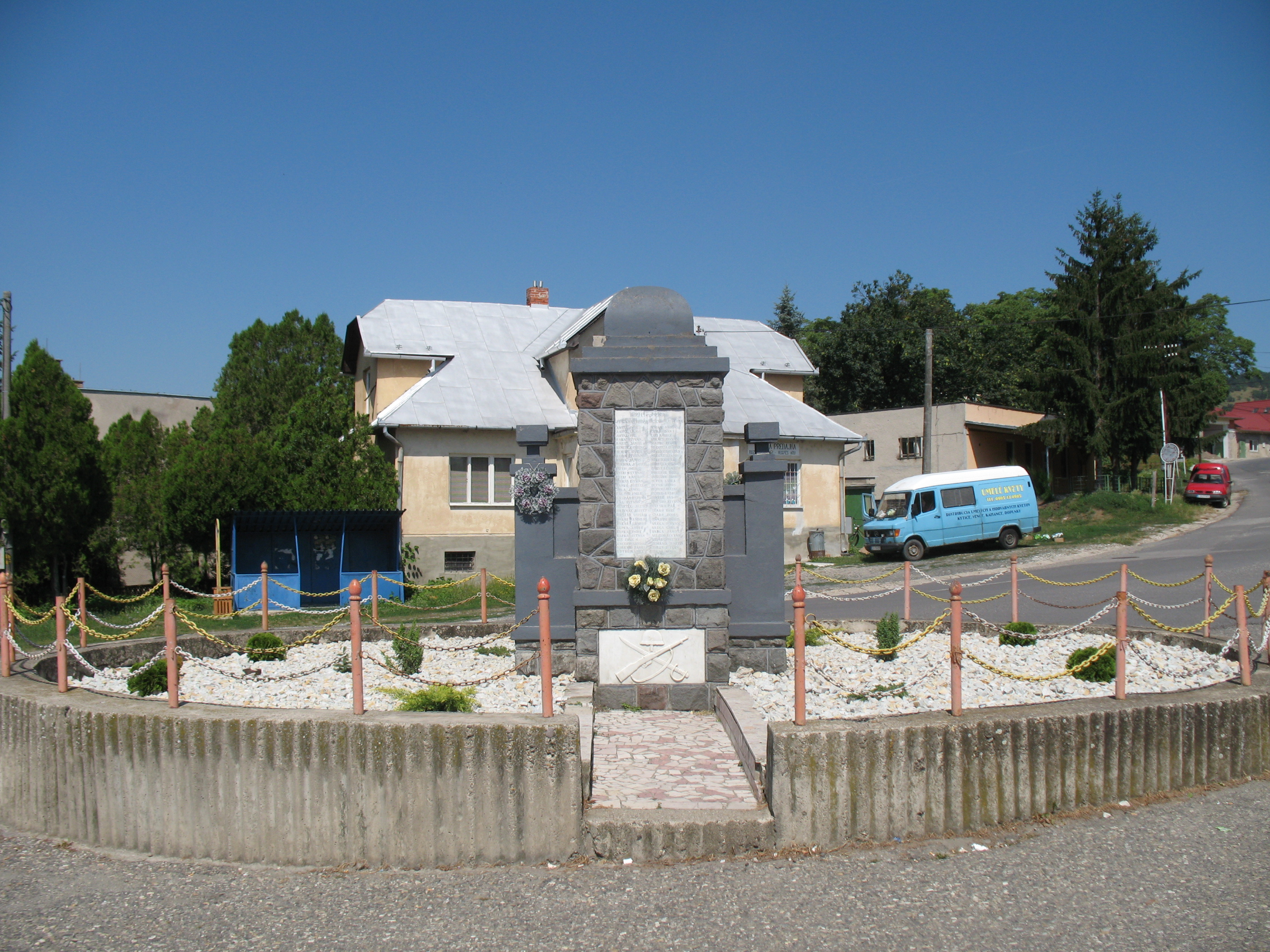

##### Sáró

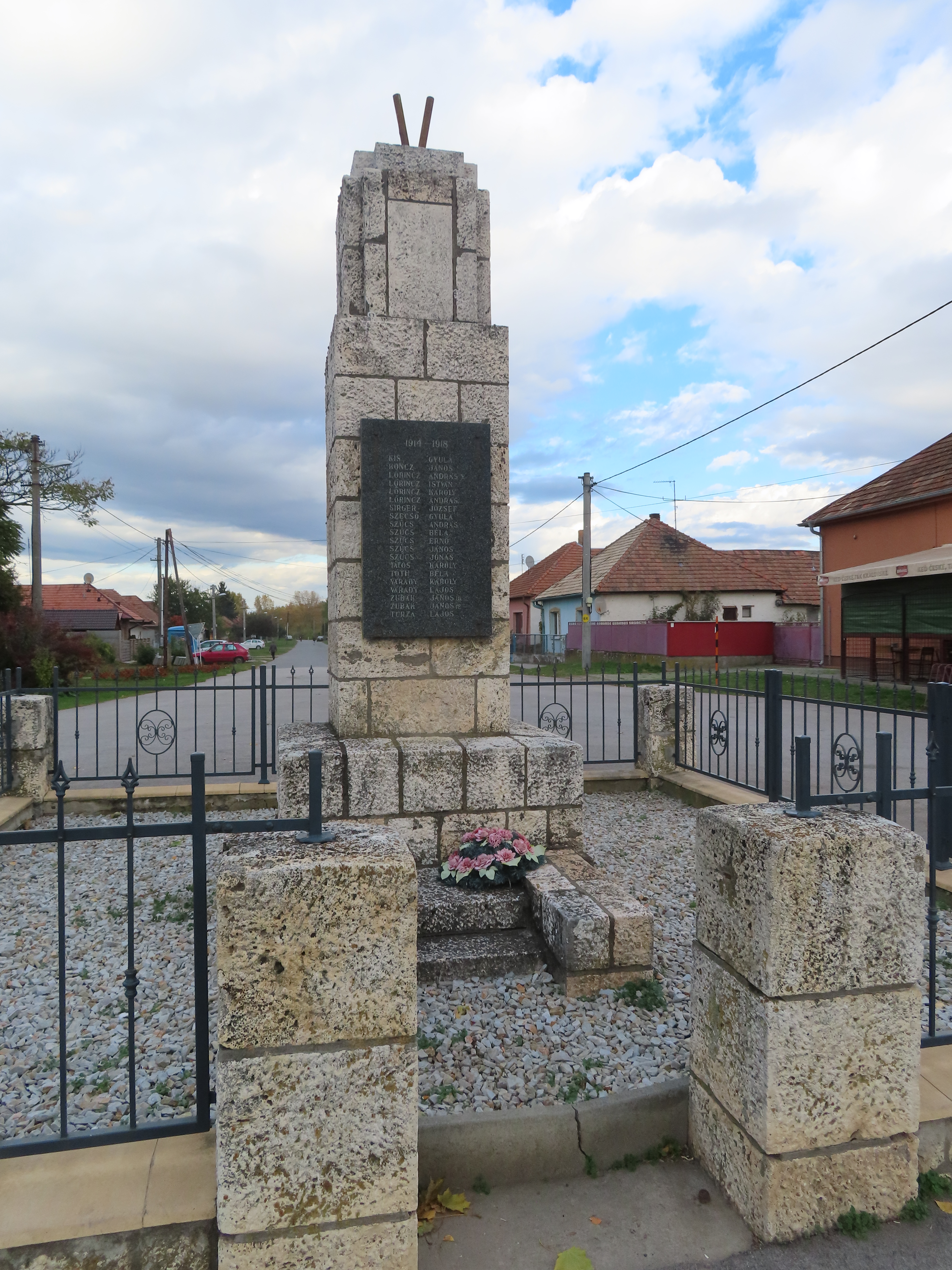

##### Százd

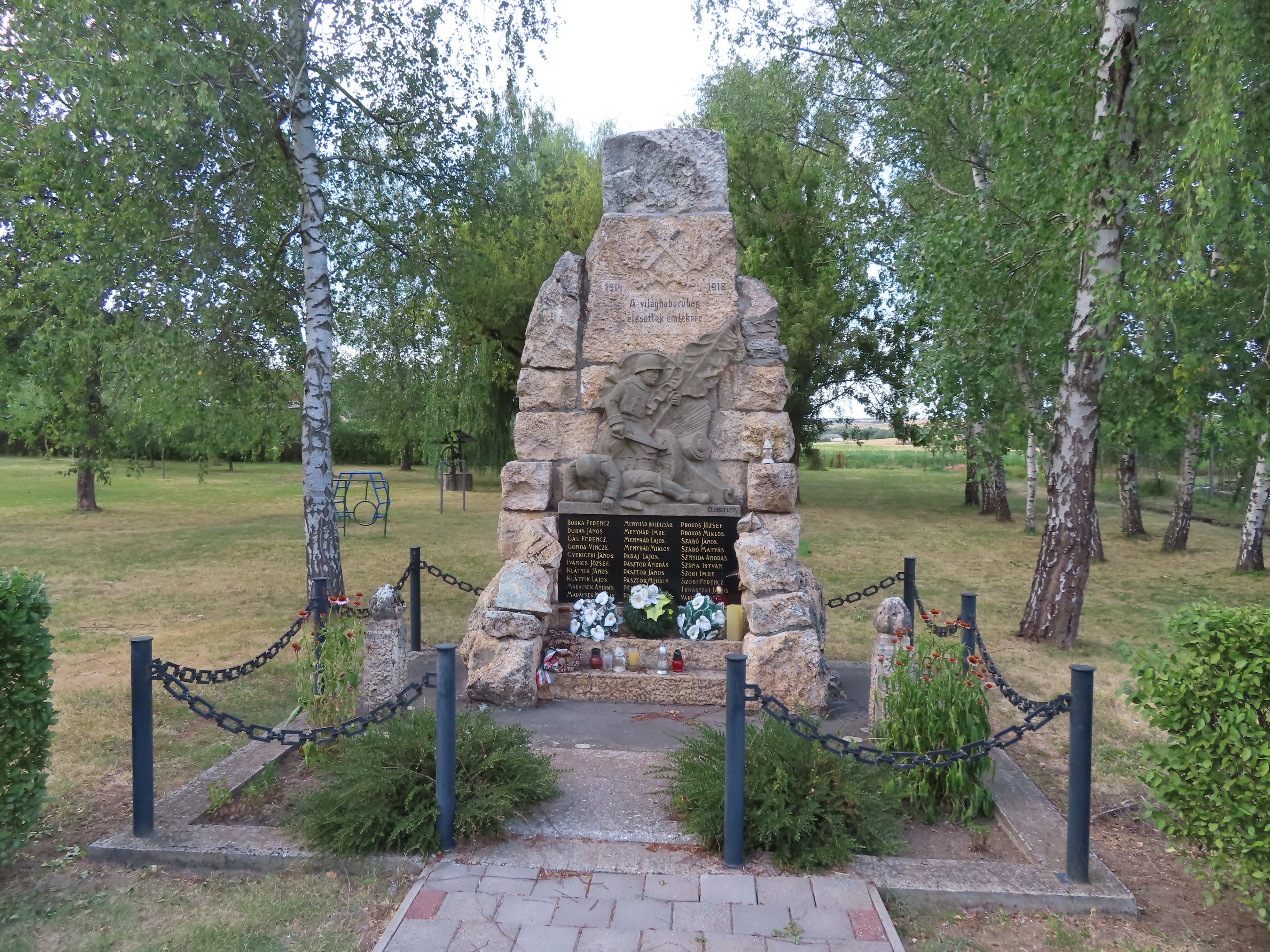
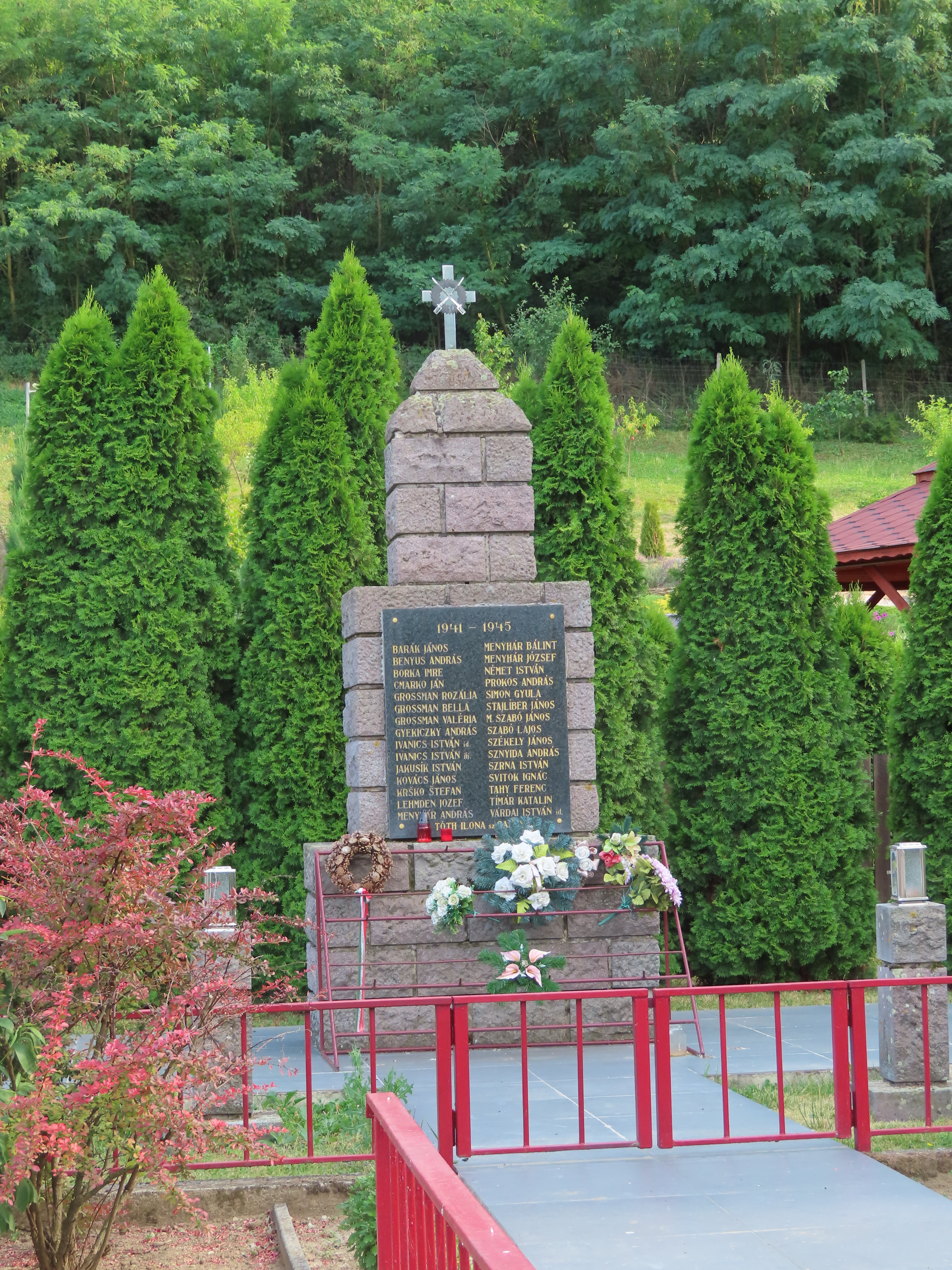

##### Szete

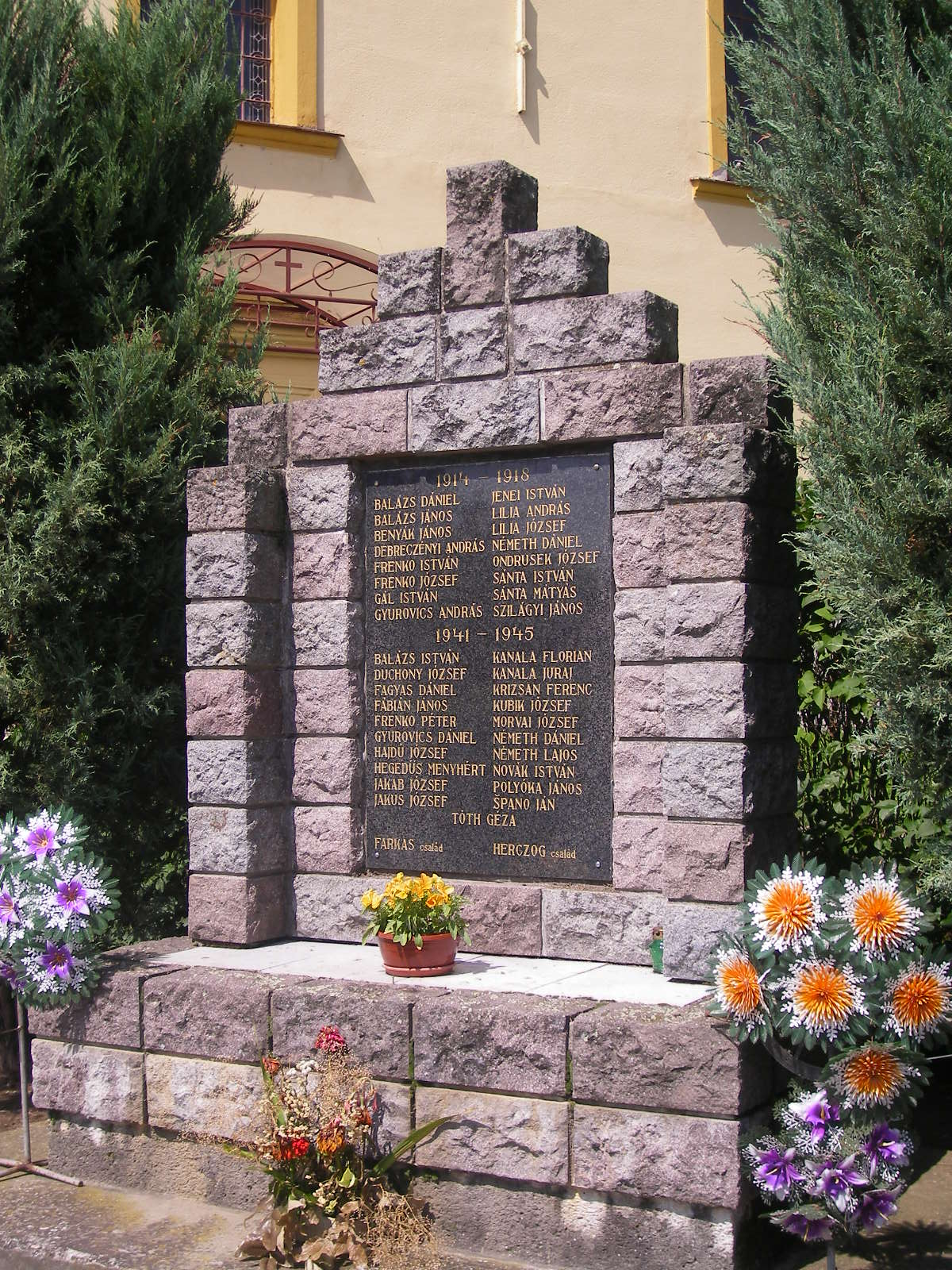

##### Töhöl

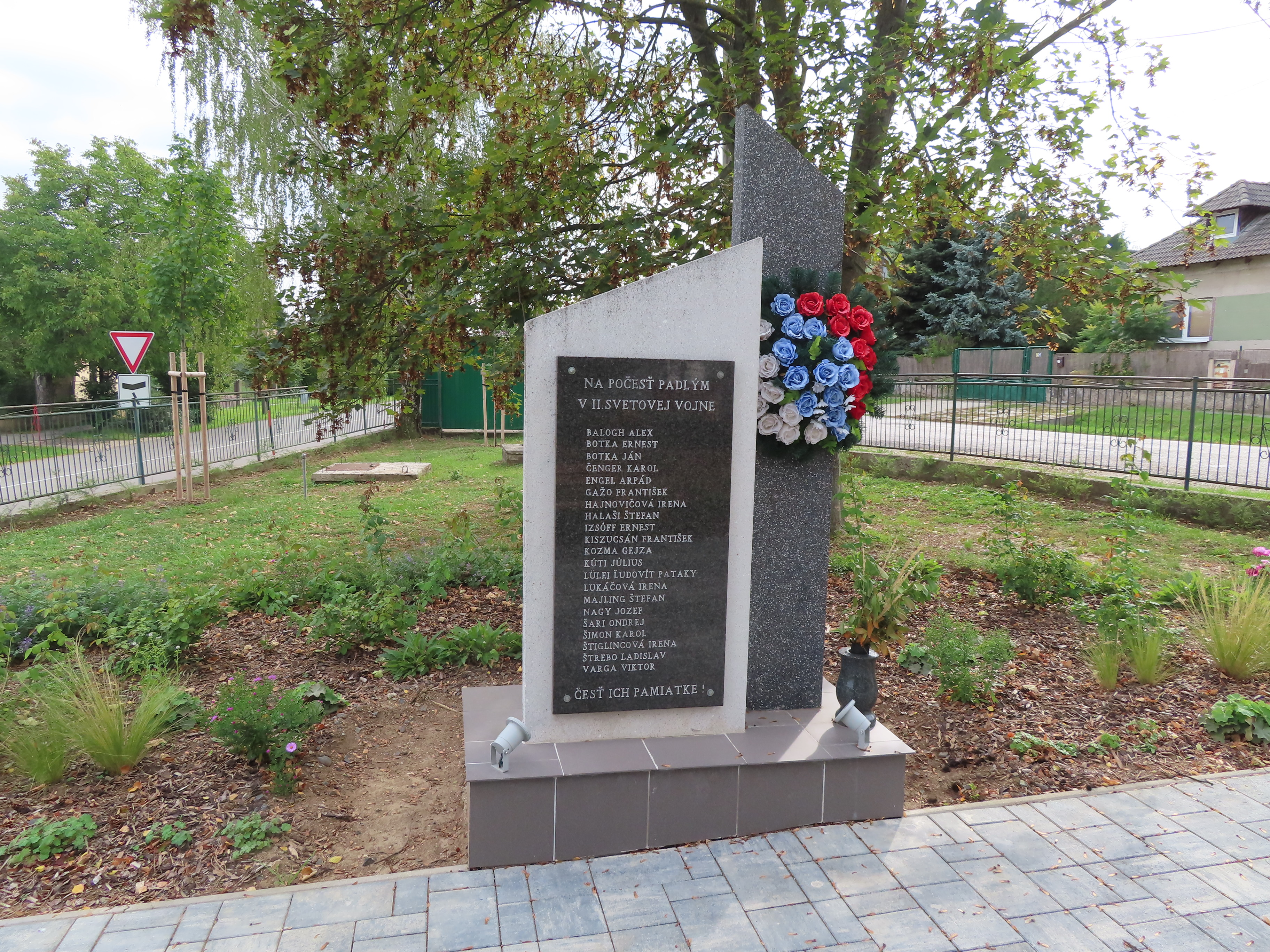

##### Tőre

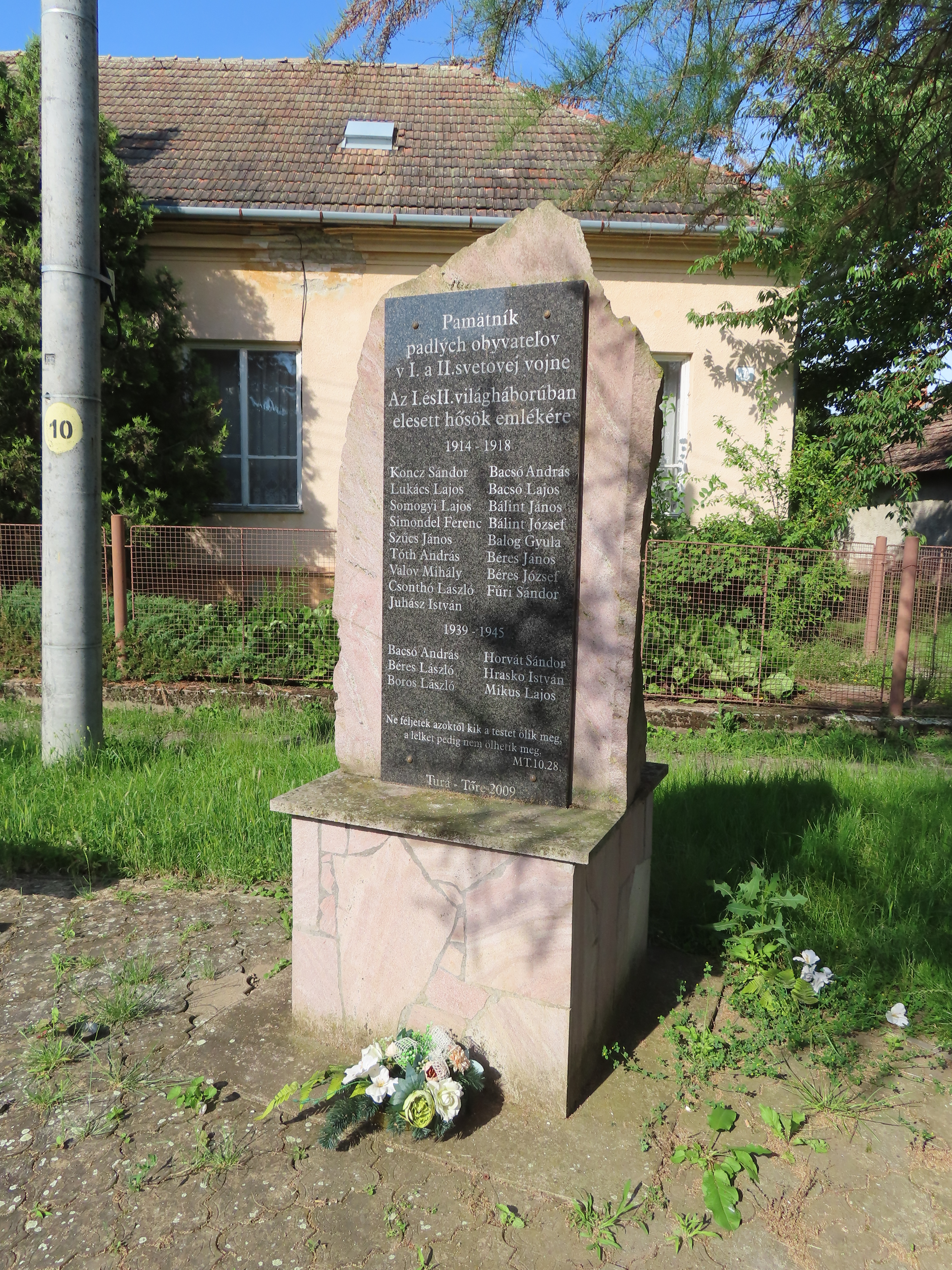
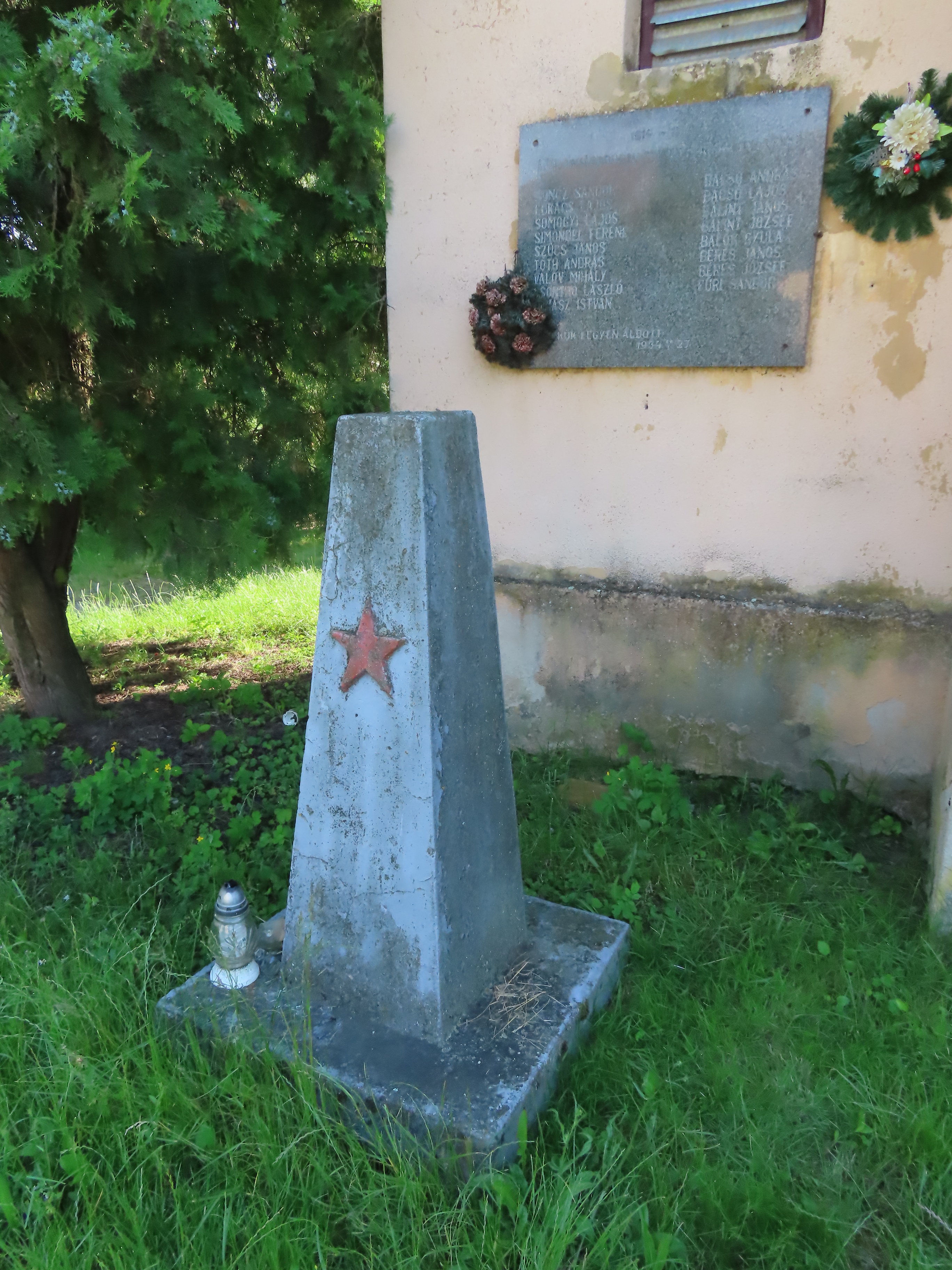

##### Zalaba

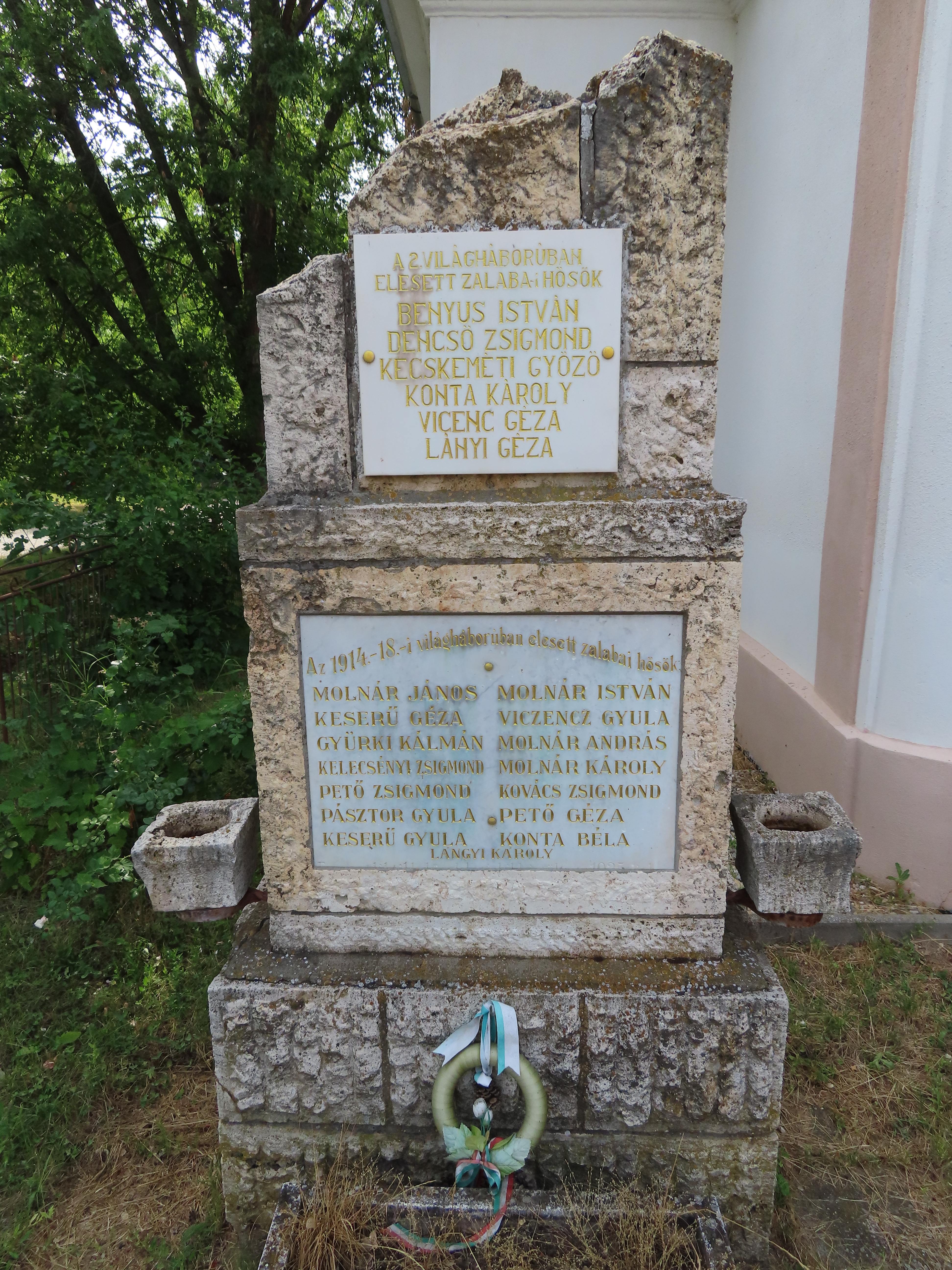

##### Zselíz

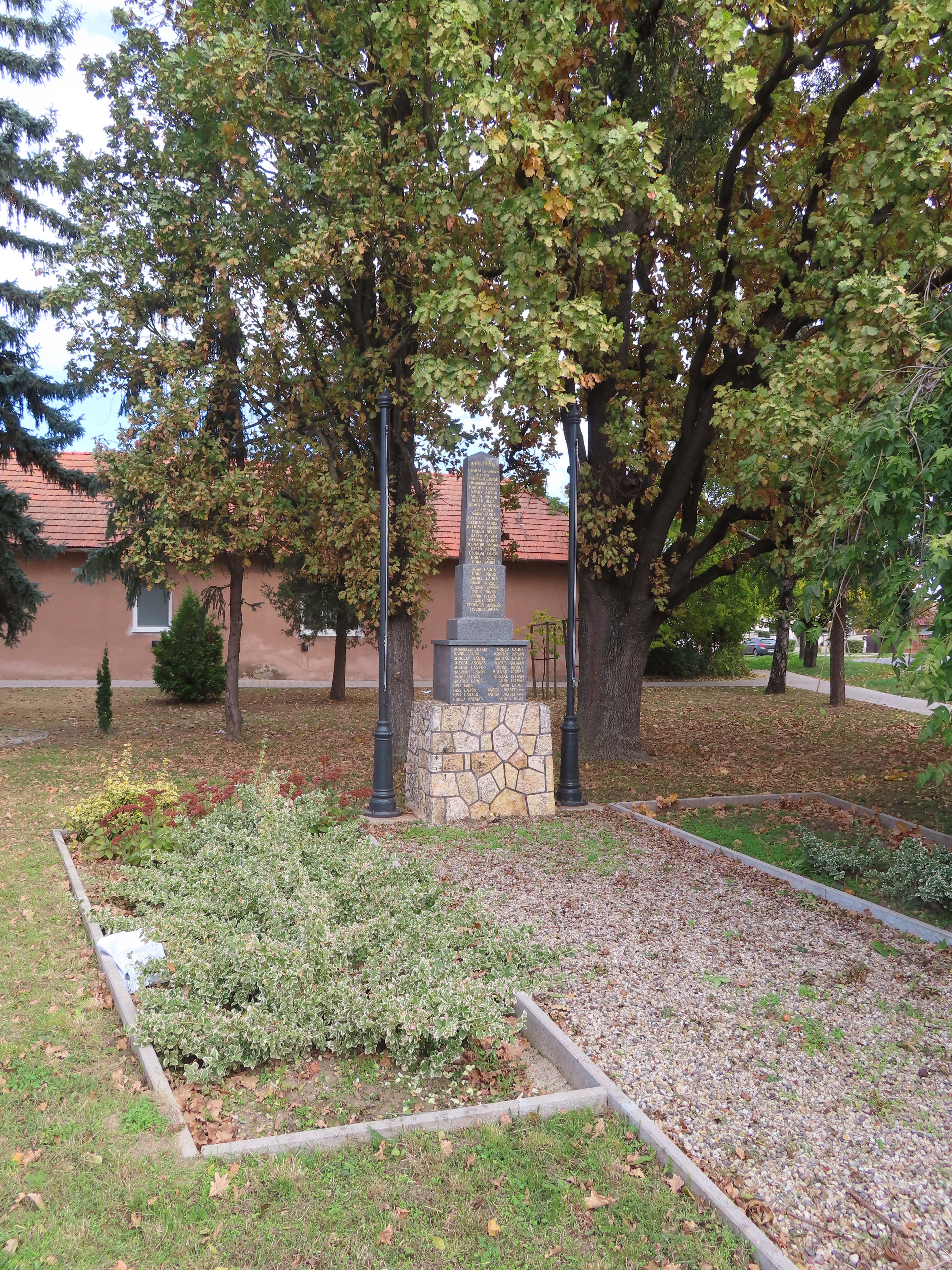
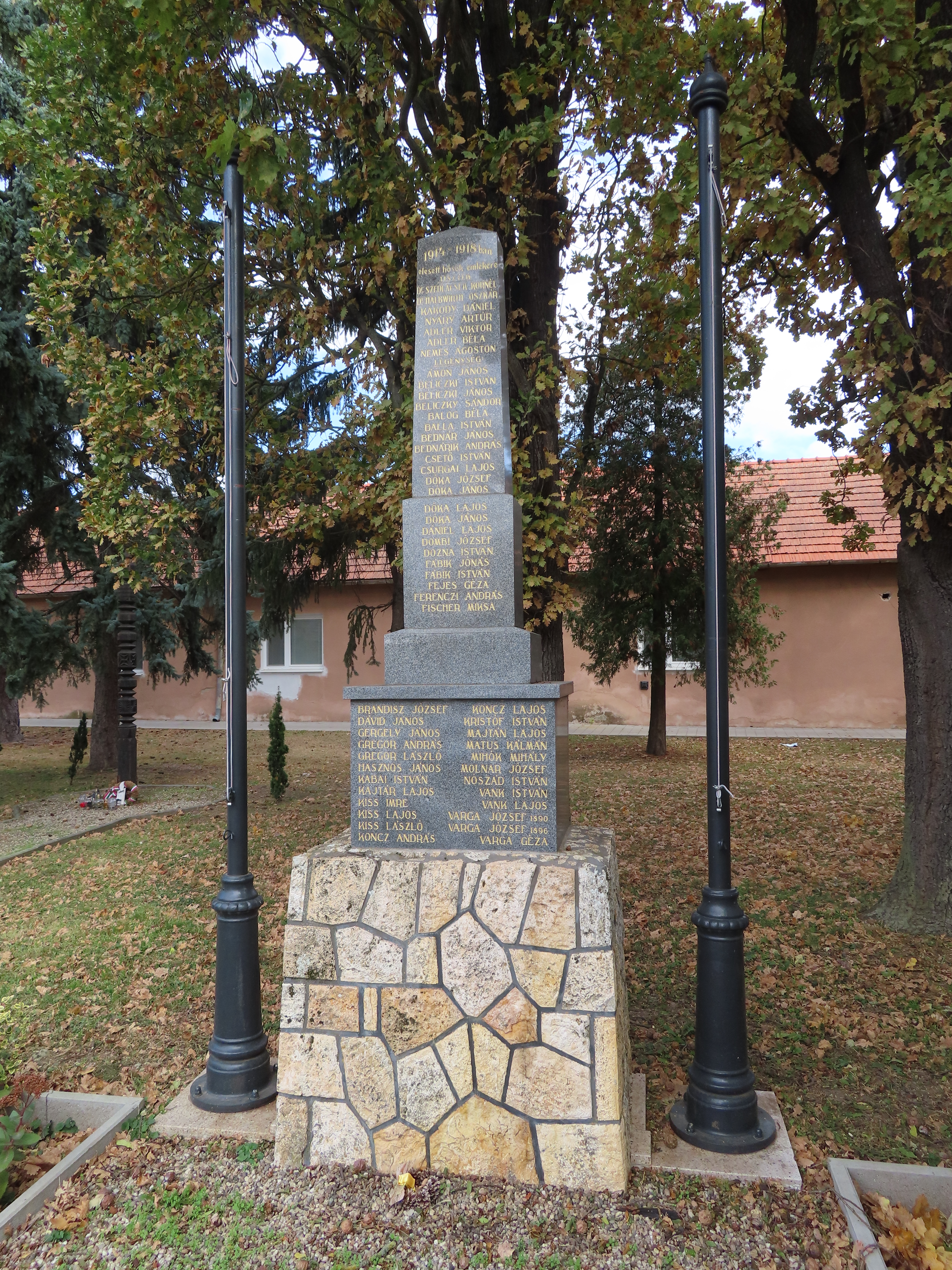
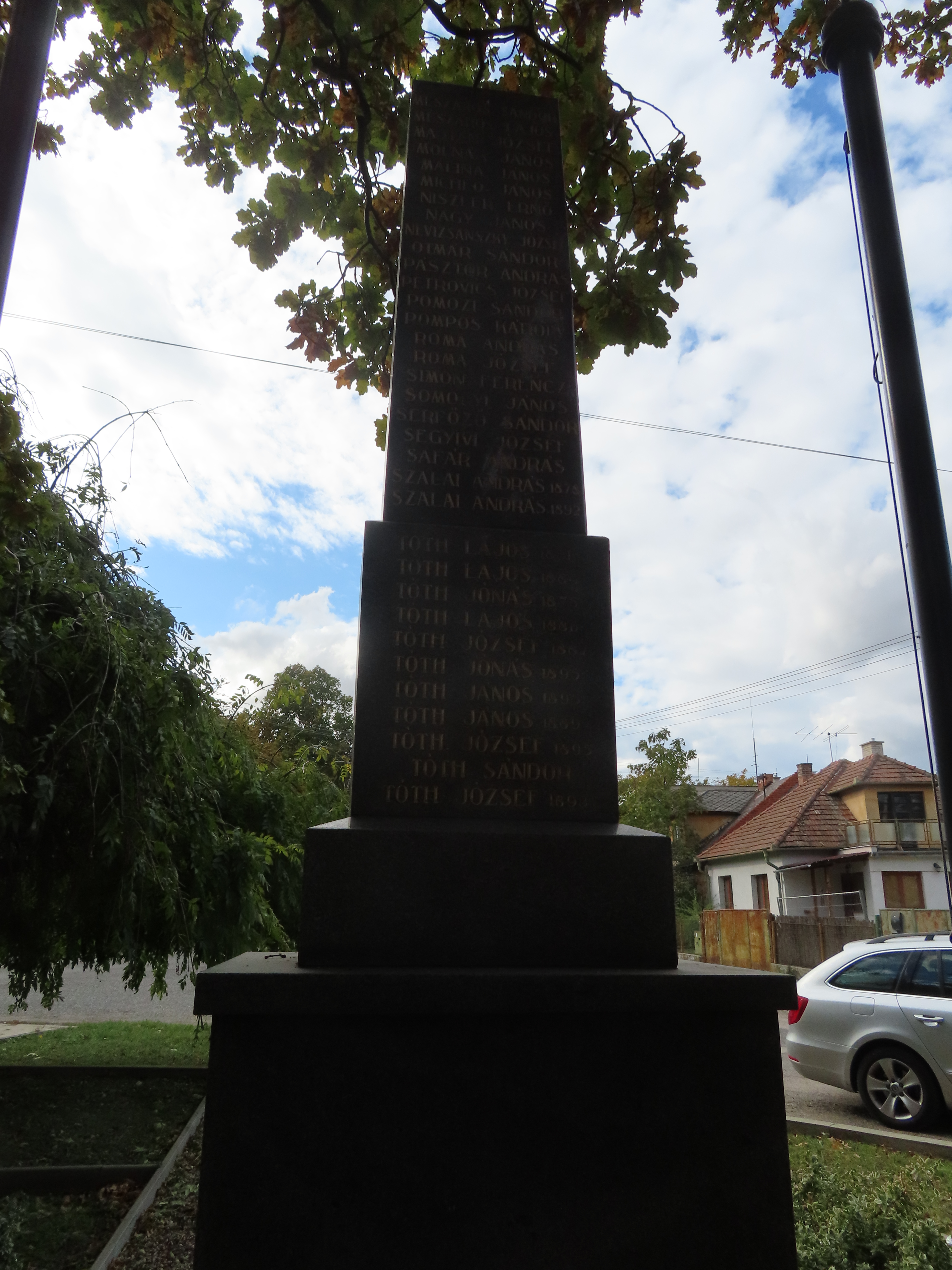

##### Csermend

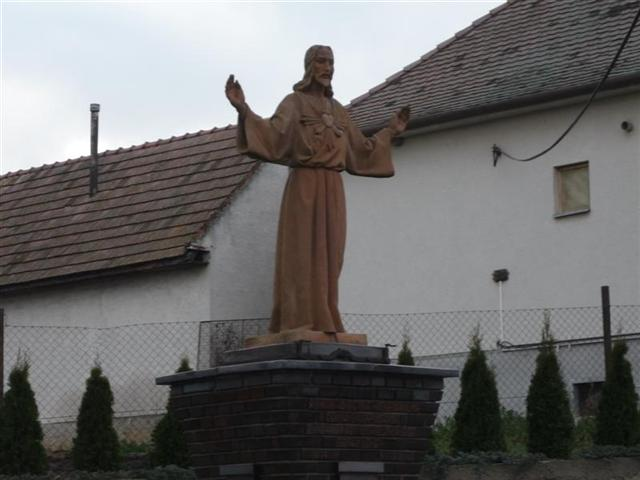

##### Kovarc

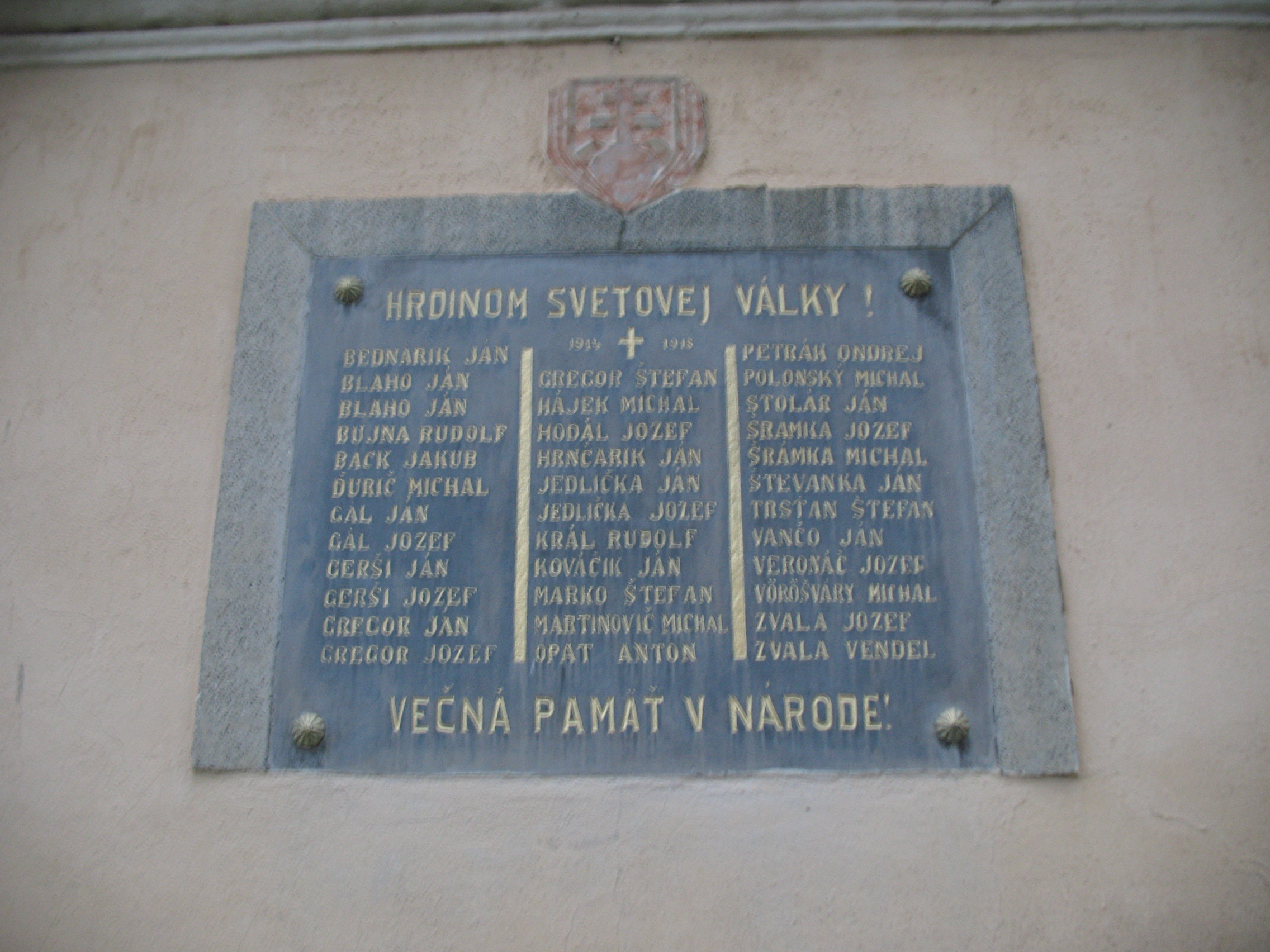
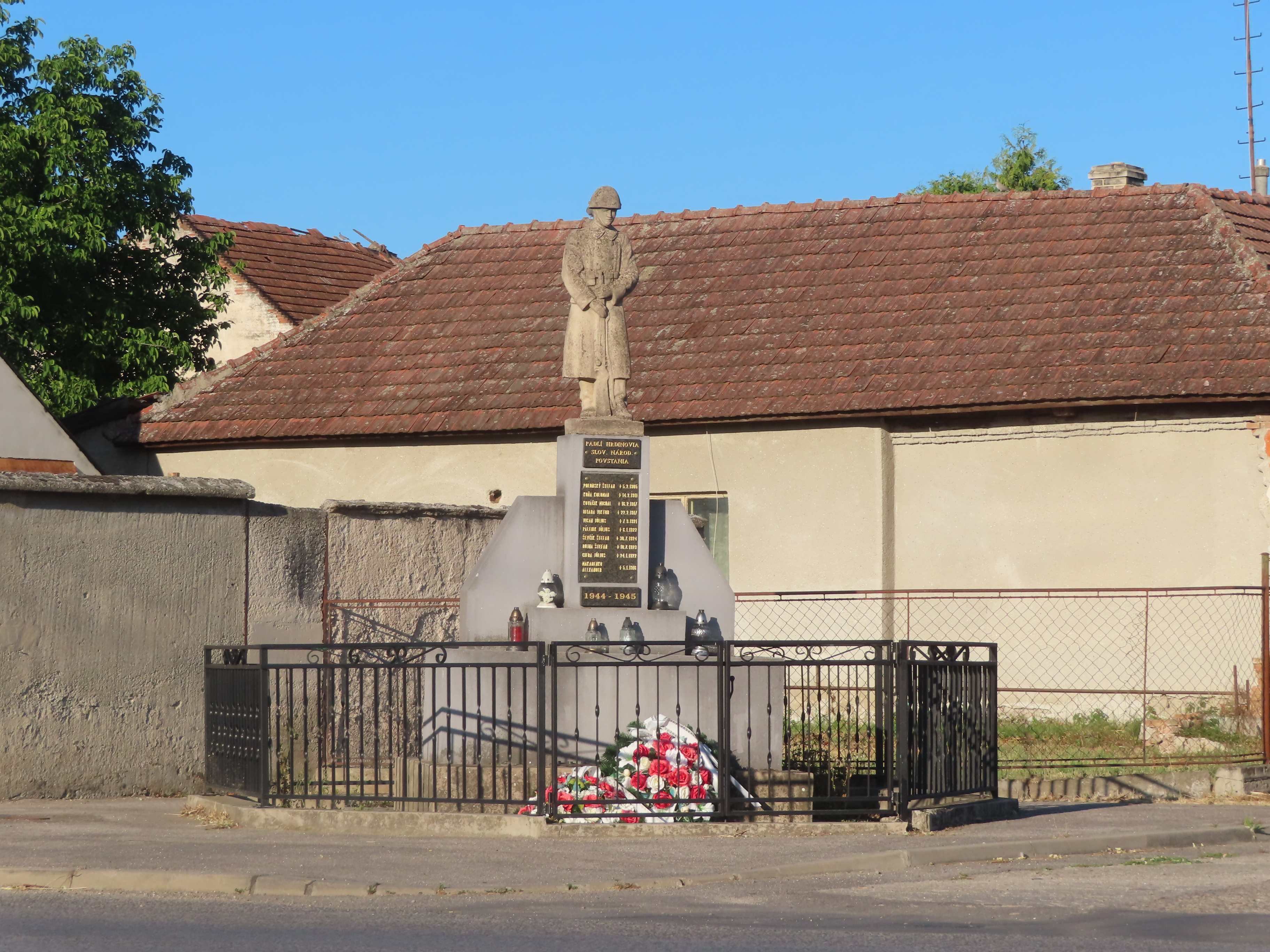

##### Nagytapolcsány

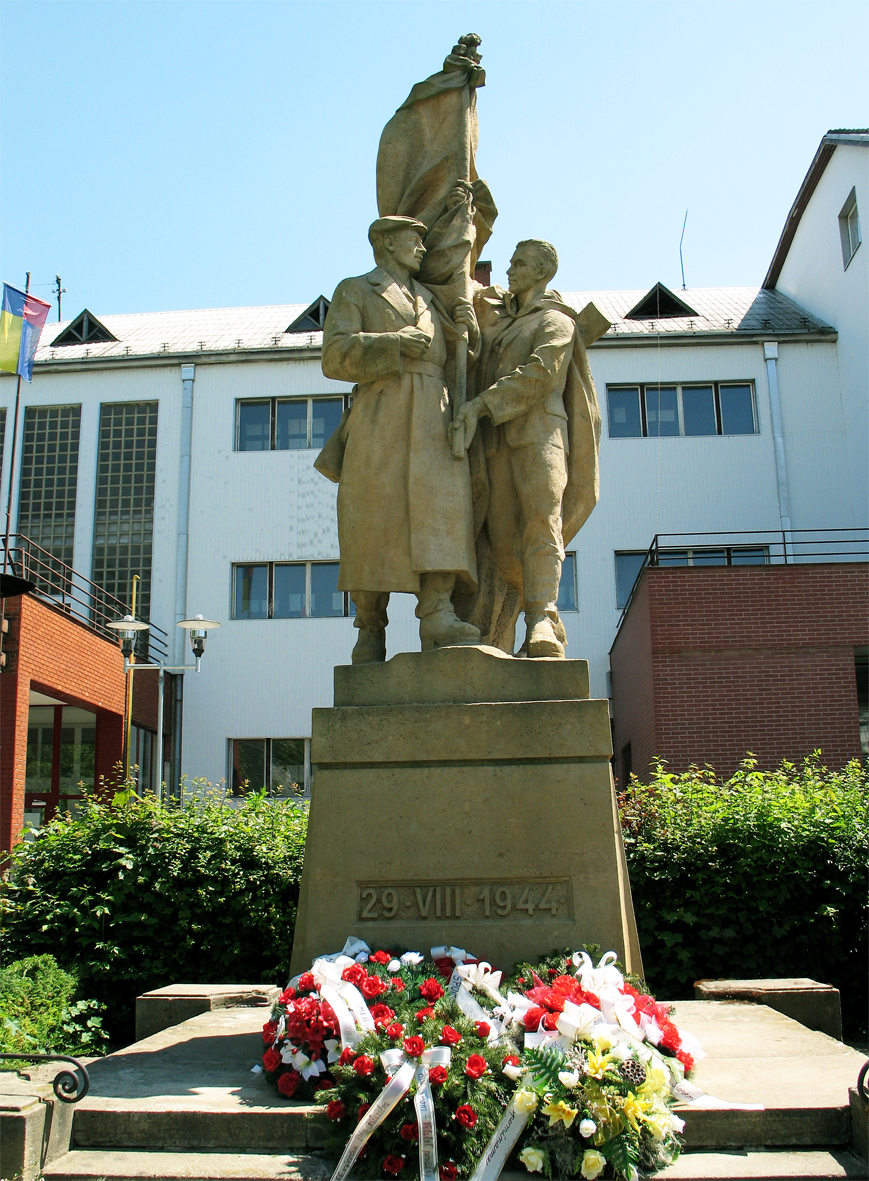
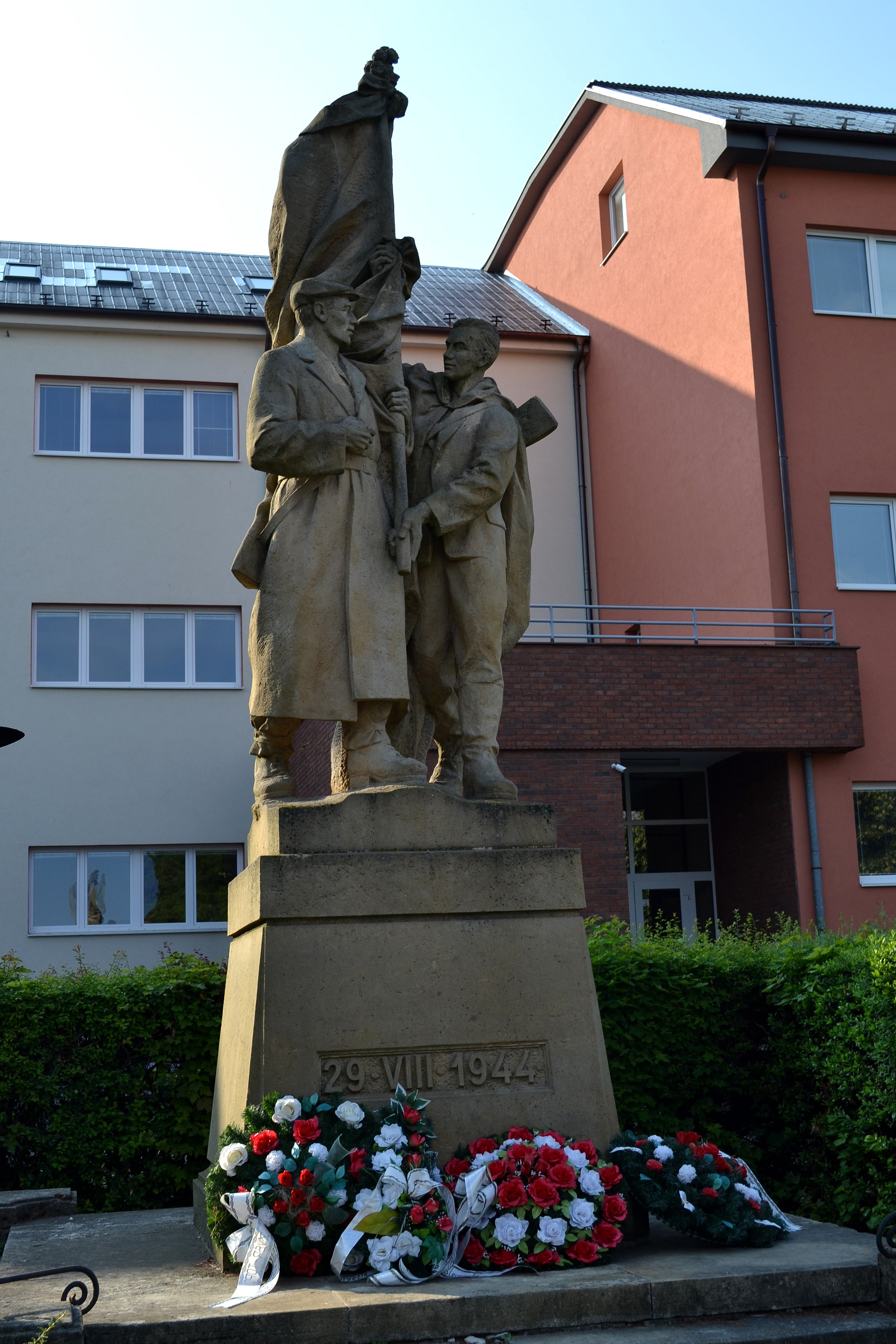

##### Szolcsány

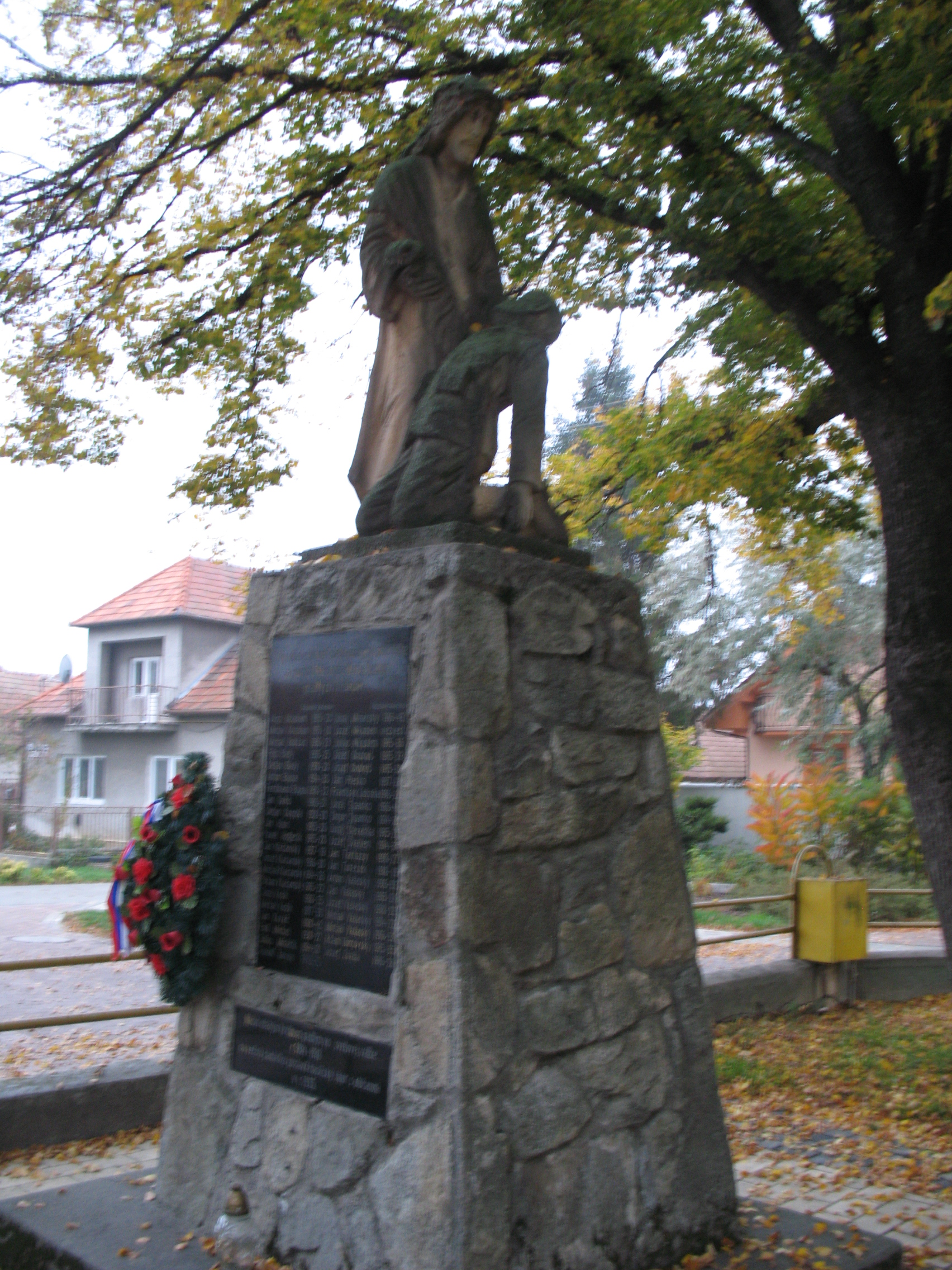

##### Alsóbodok

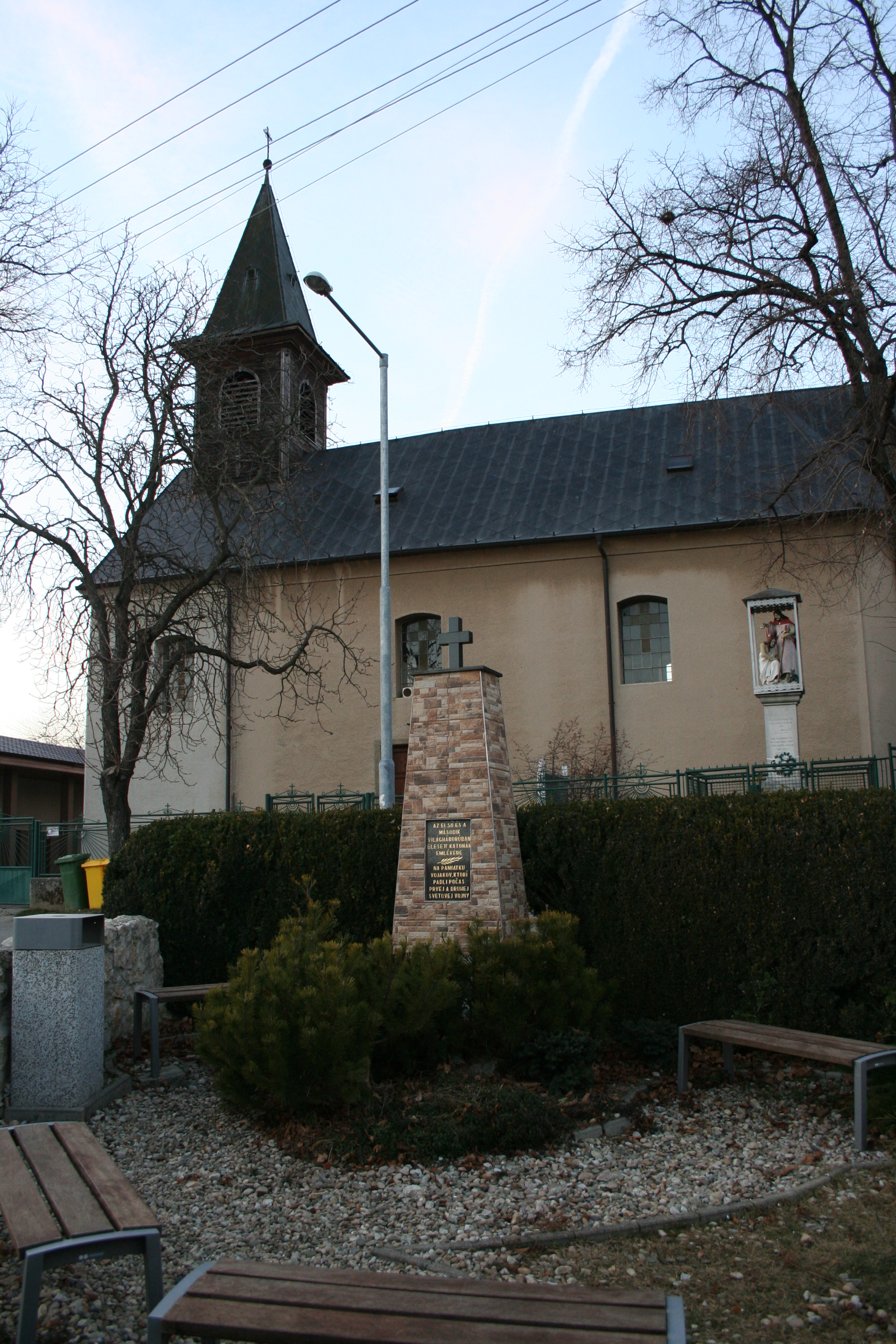

##### Berencs

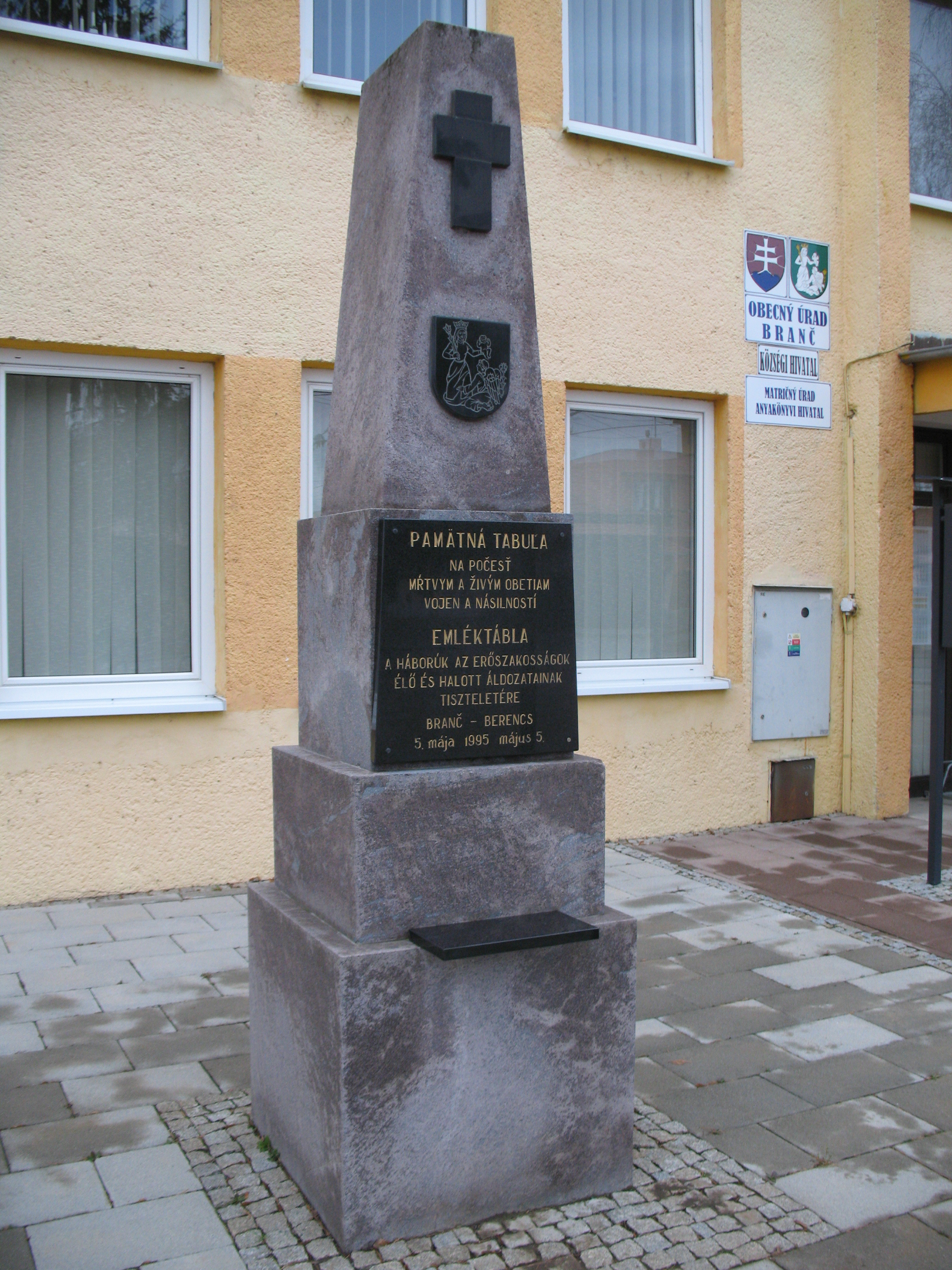

##### Család

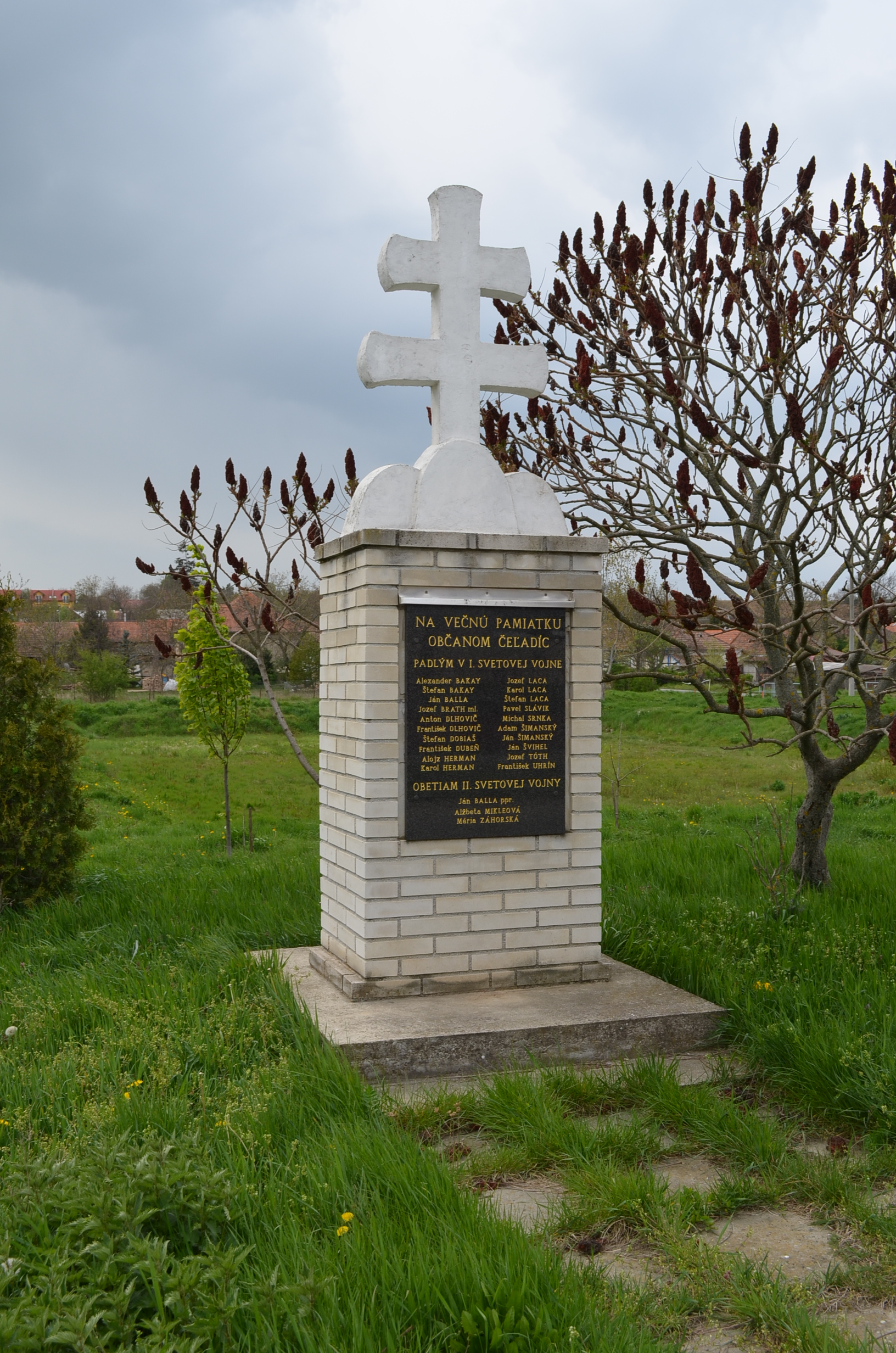

##### Csiffár

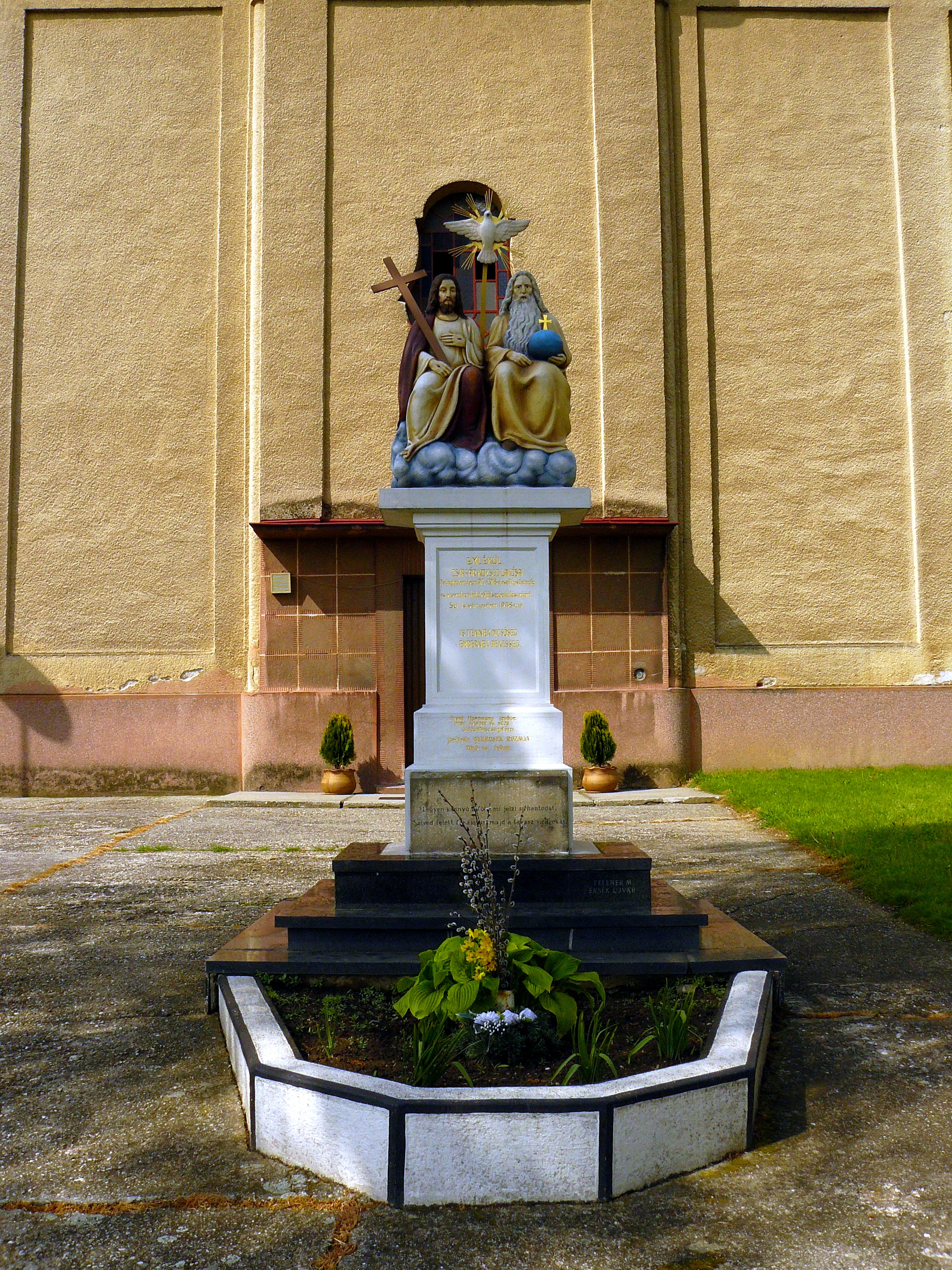

##### Kalász

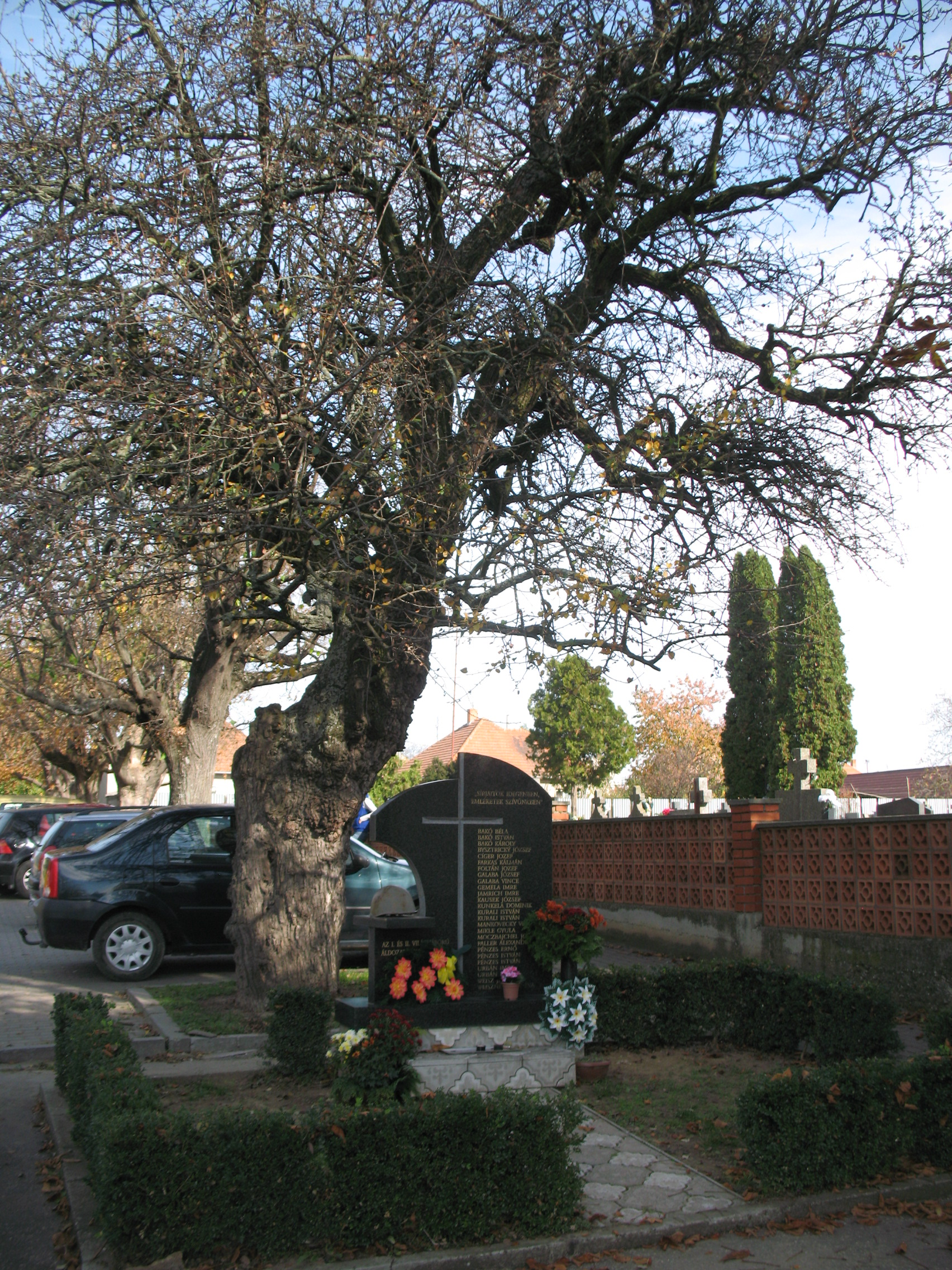
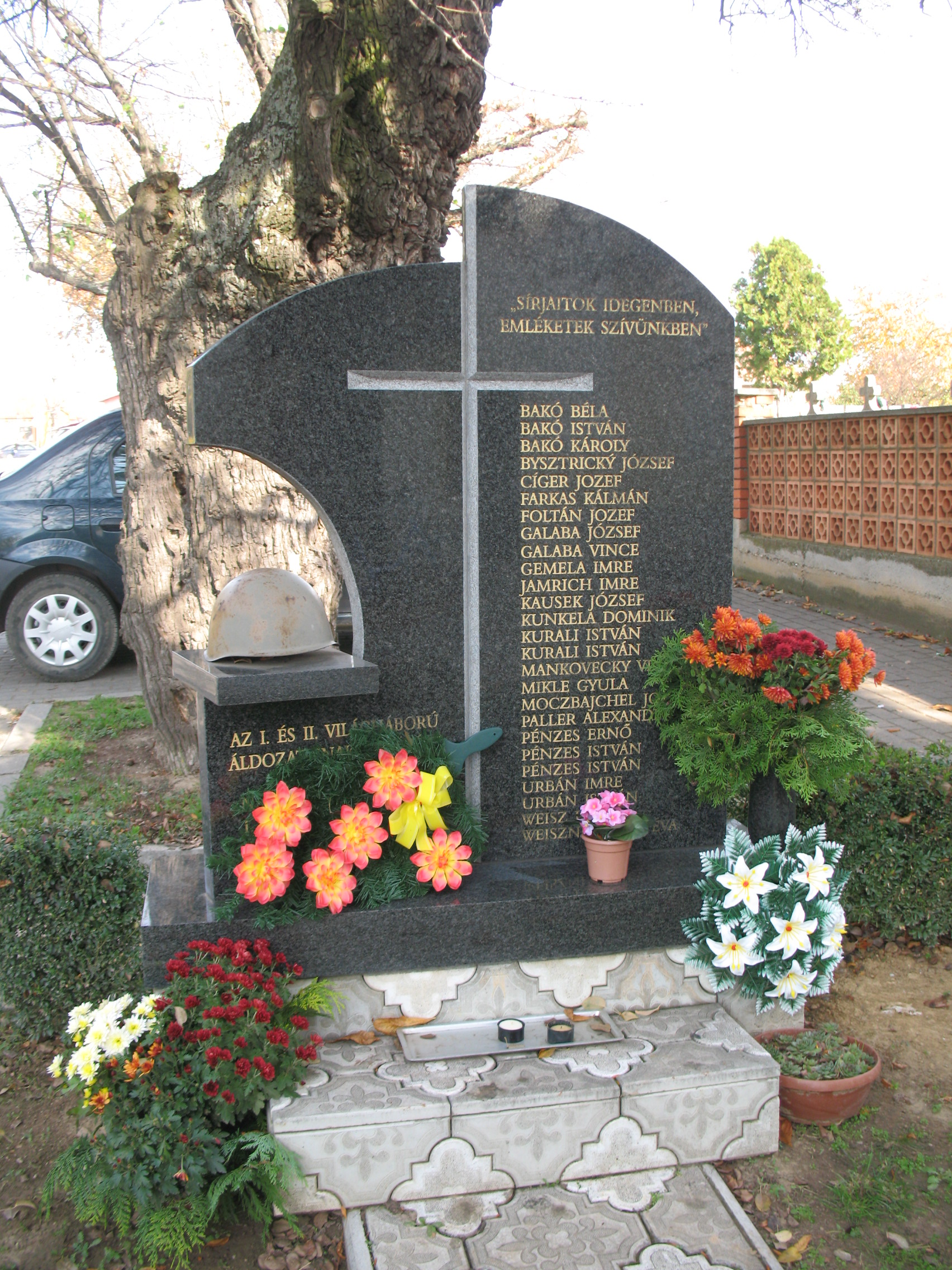

##### Kishind

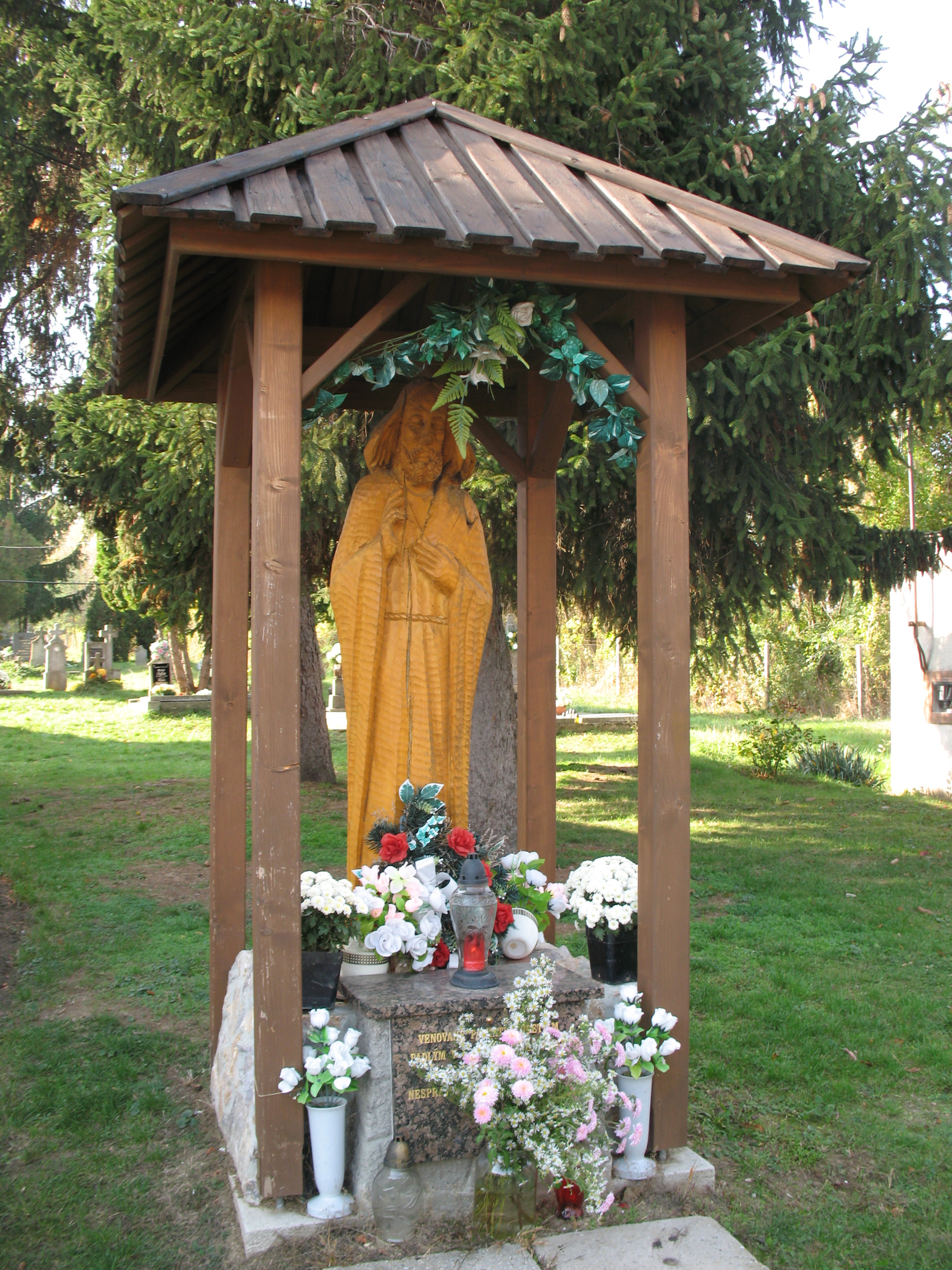

##### Mellek

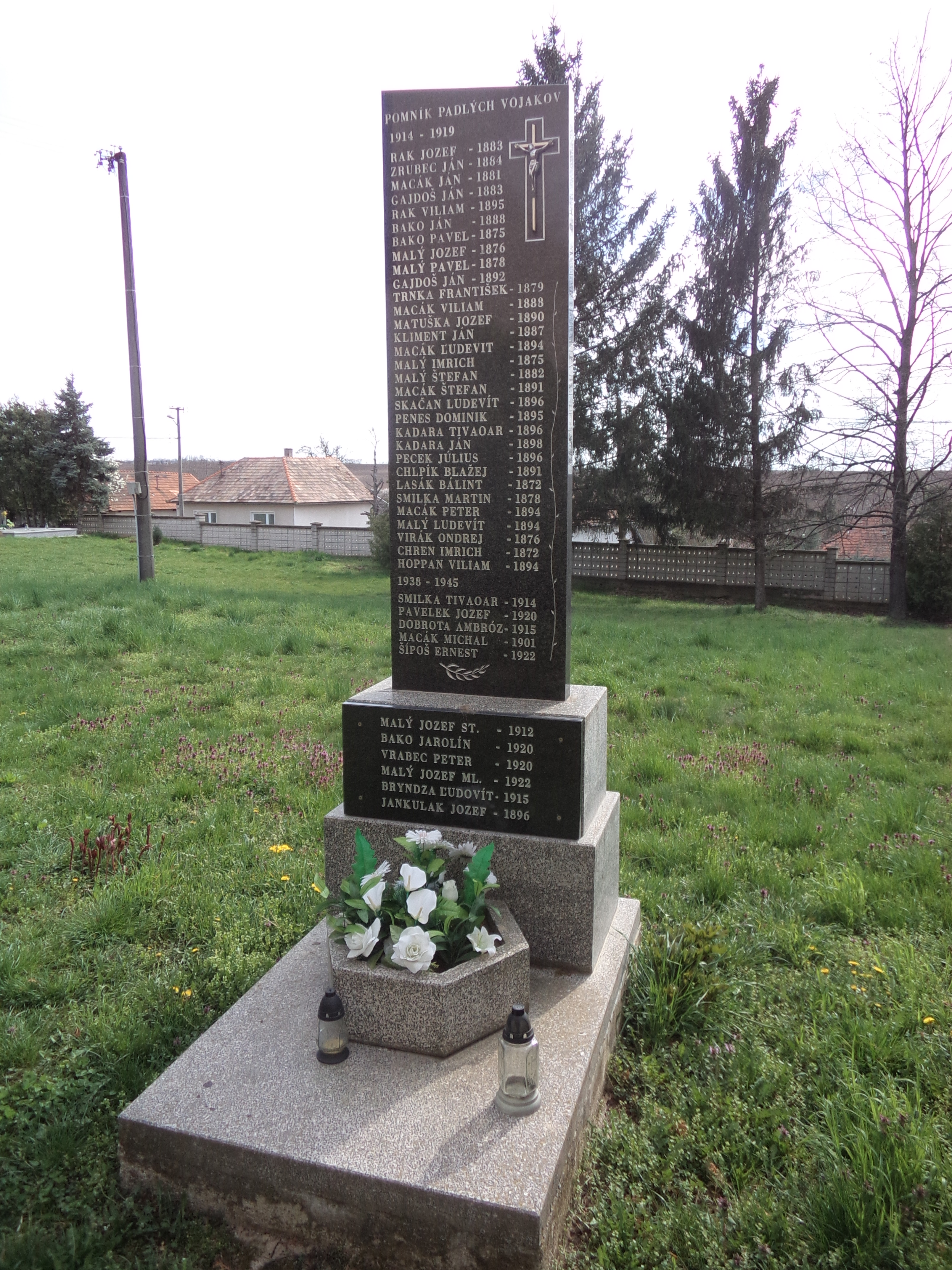

##### Nagyhind

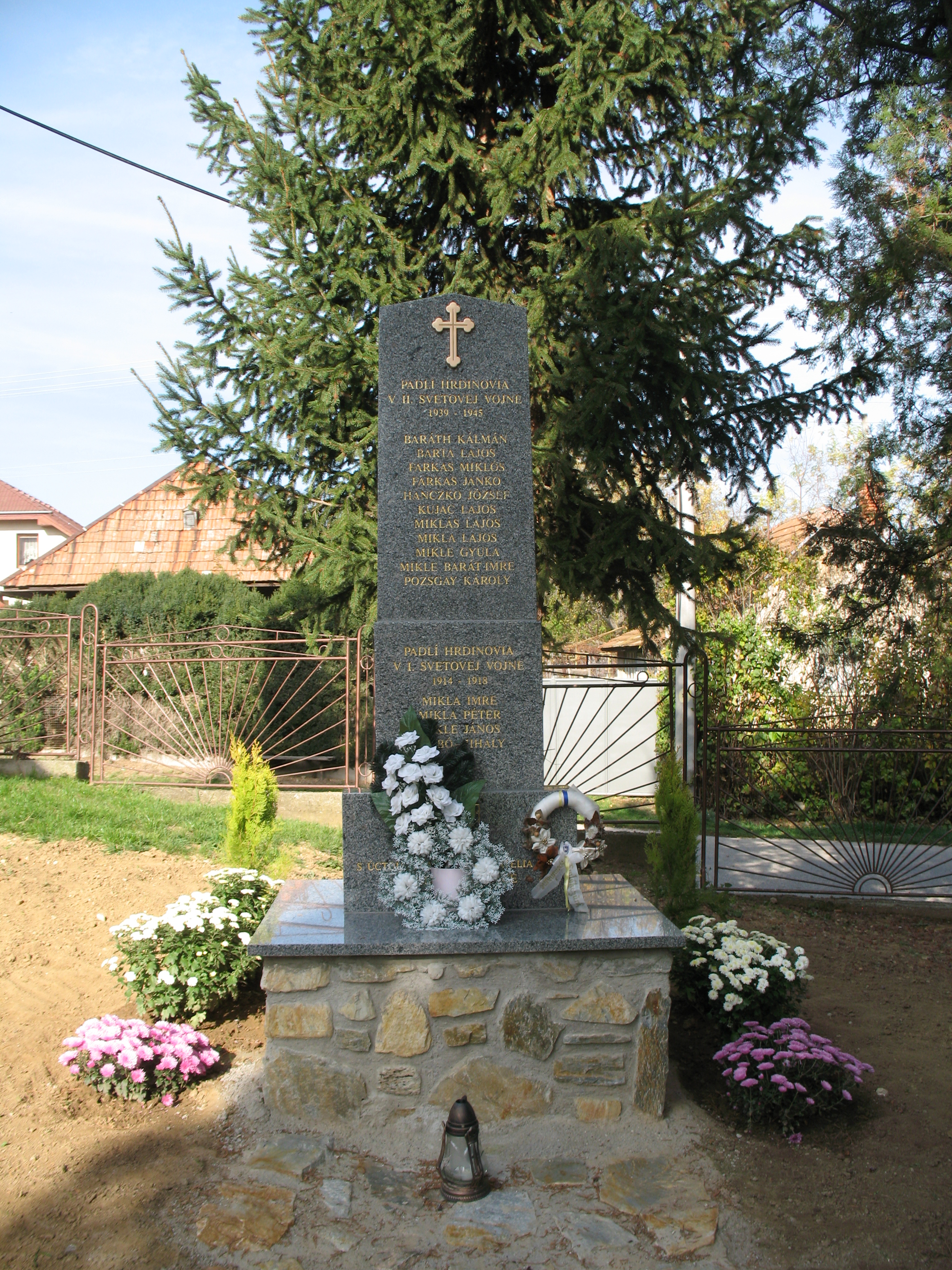

##### Pozba

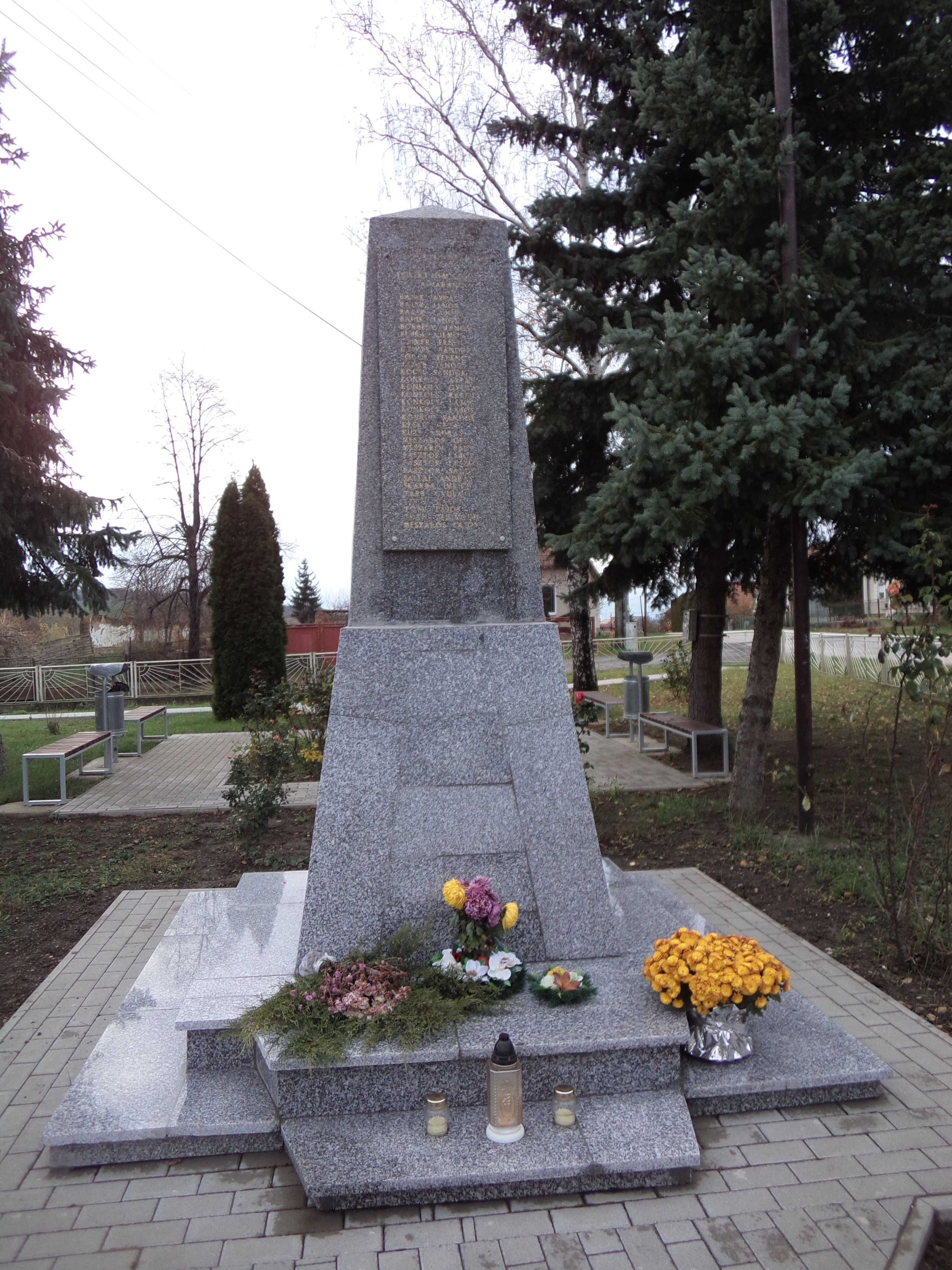
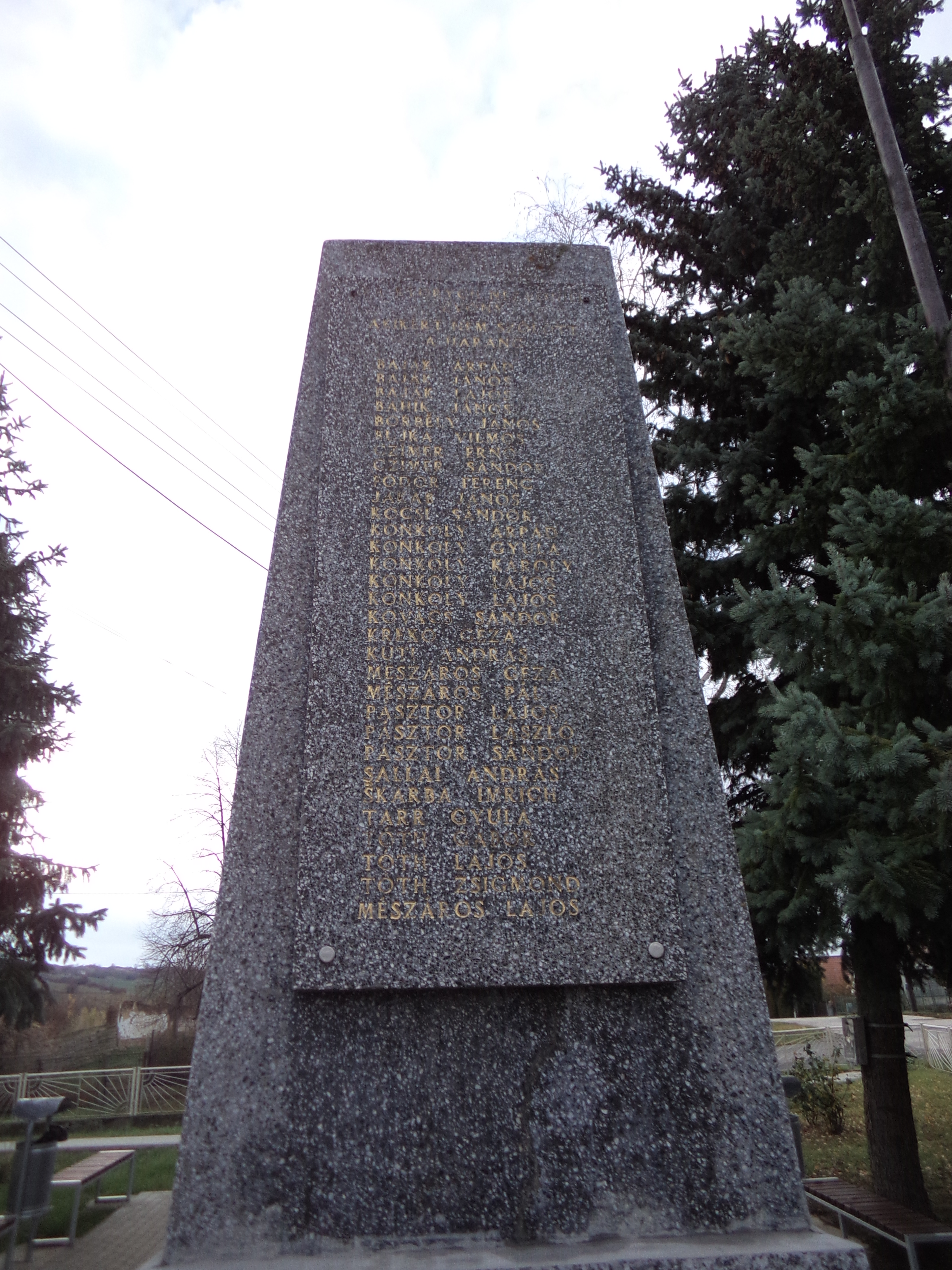
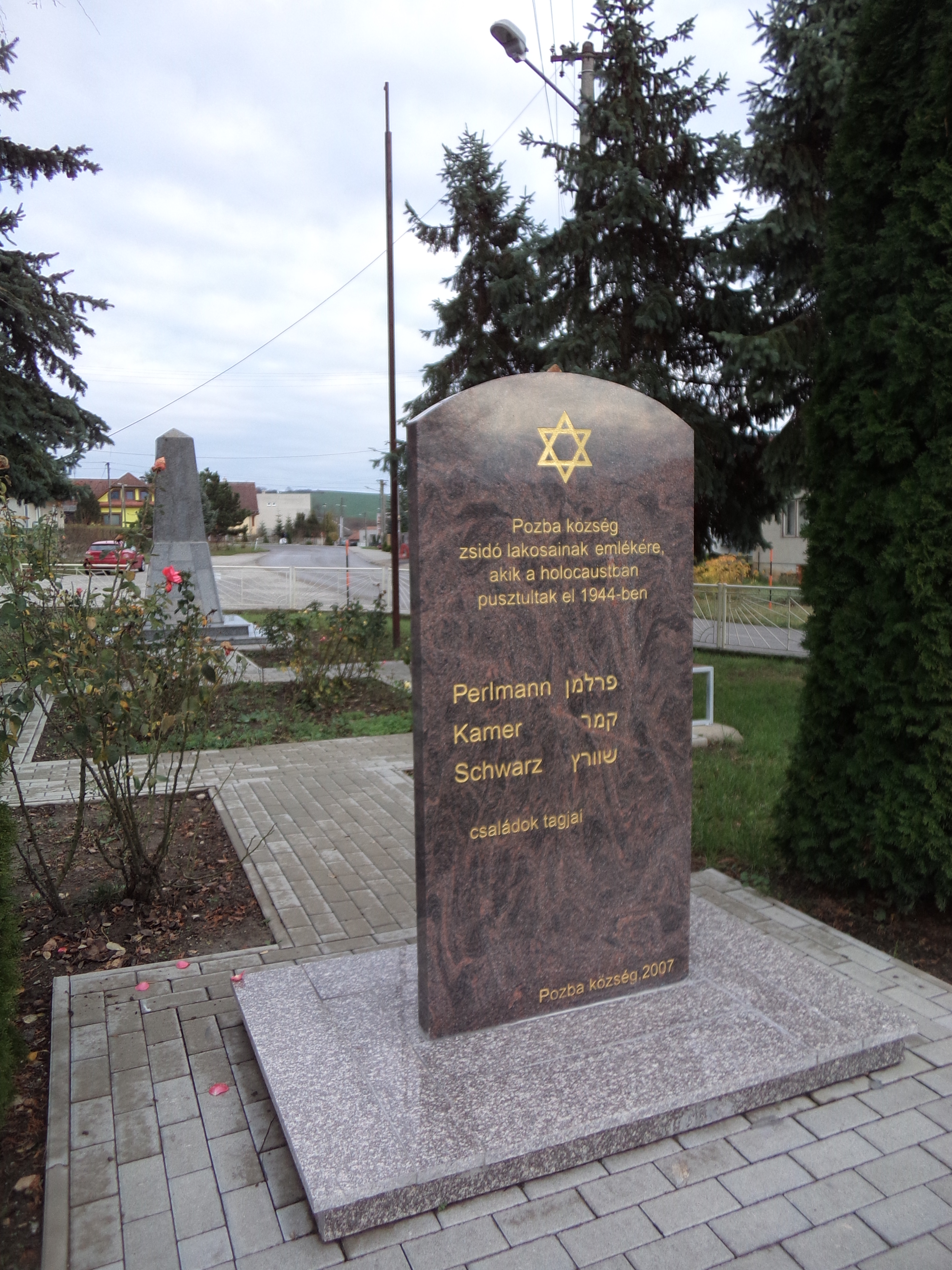
Holokauszt emlékmű

##### Szentmihályúr

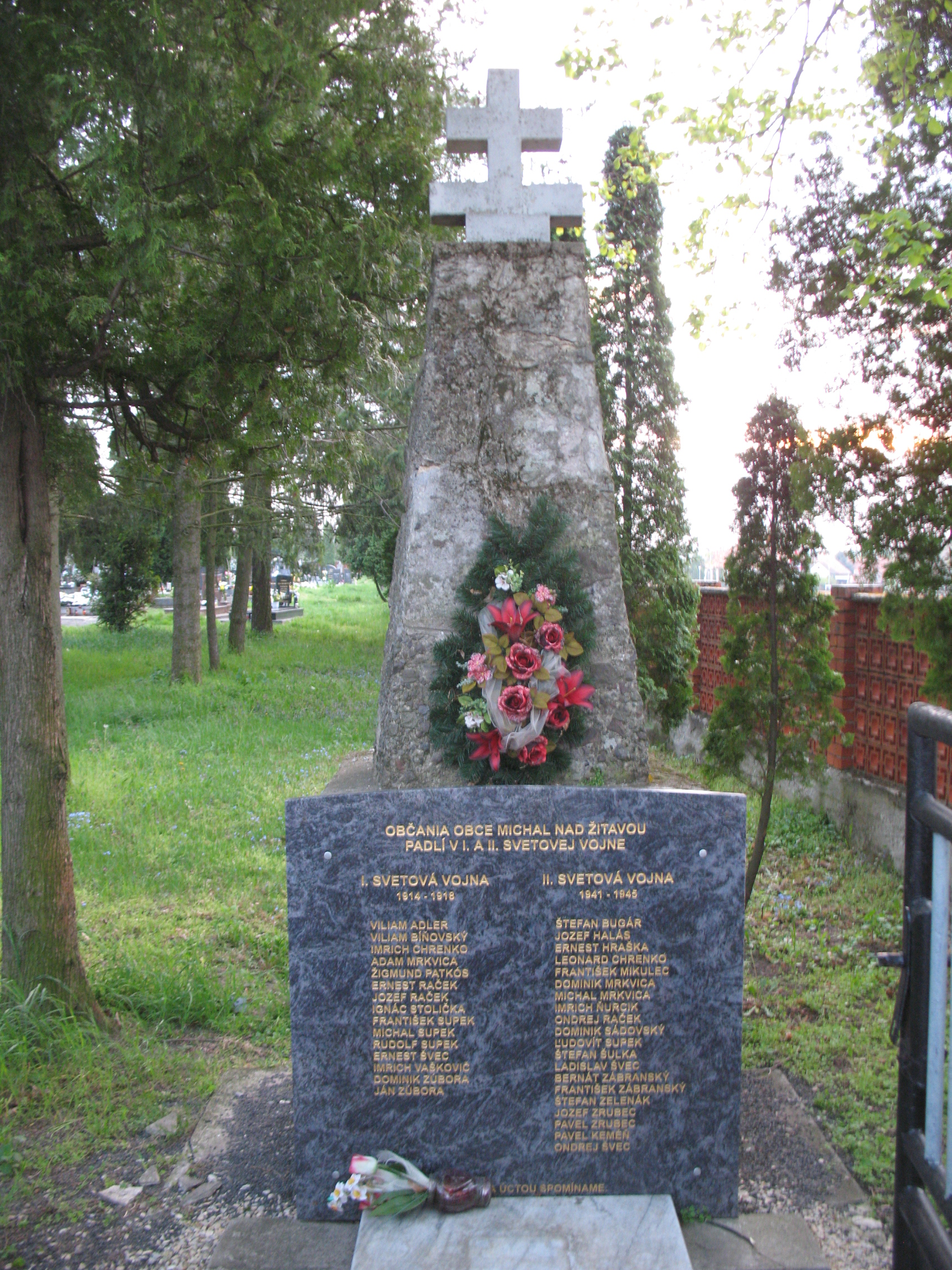
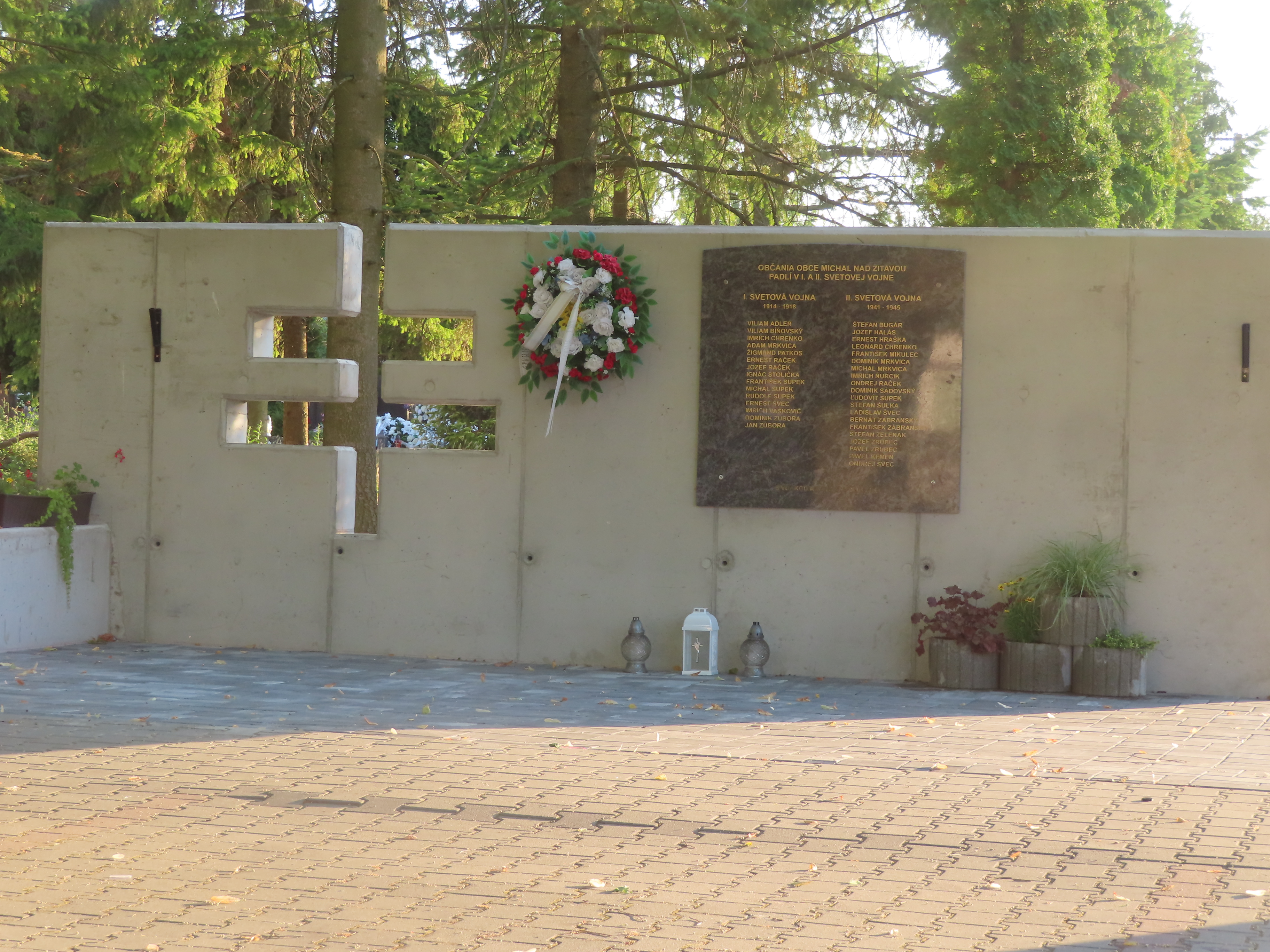
2025

##### Szímő

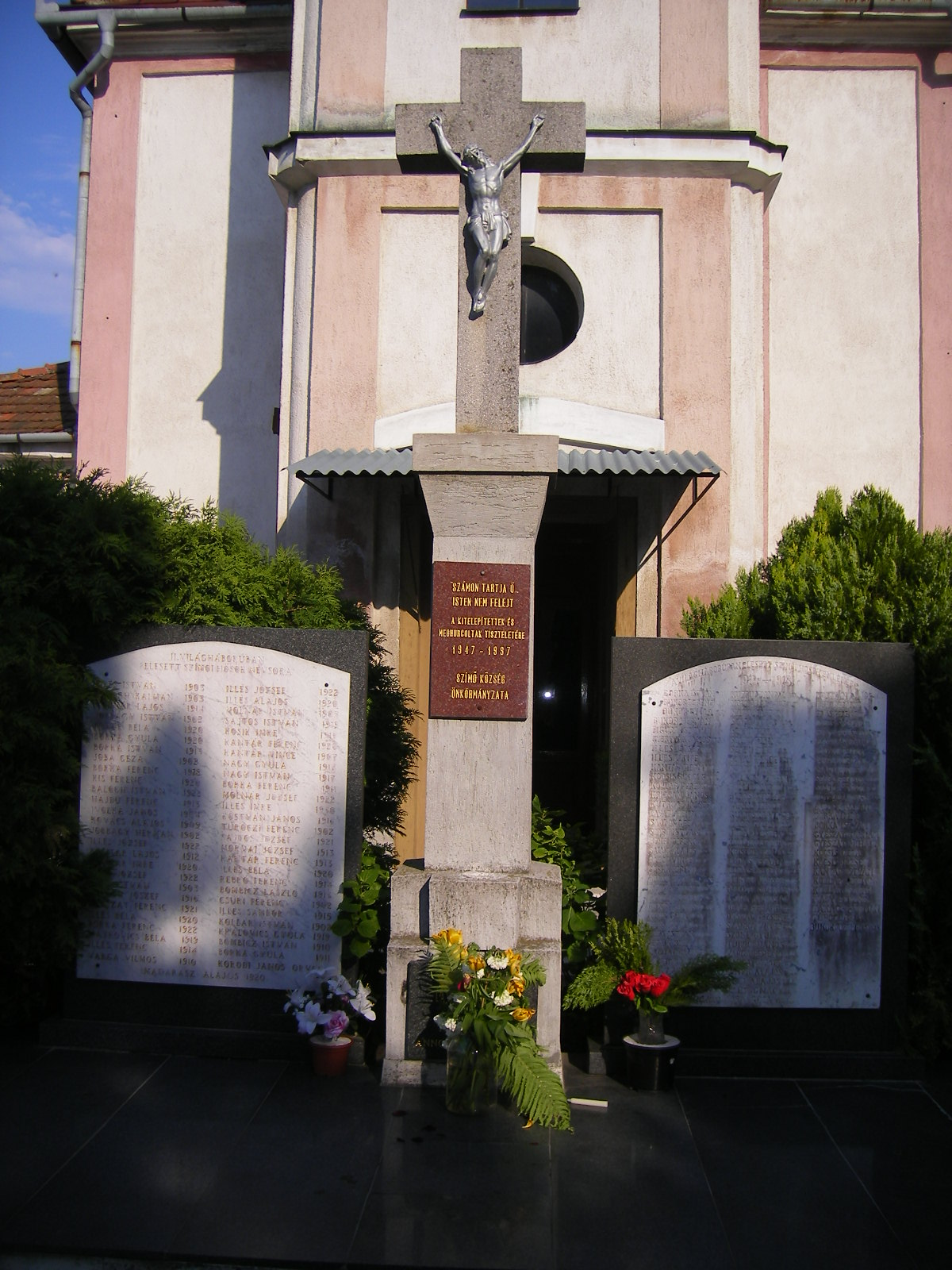
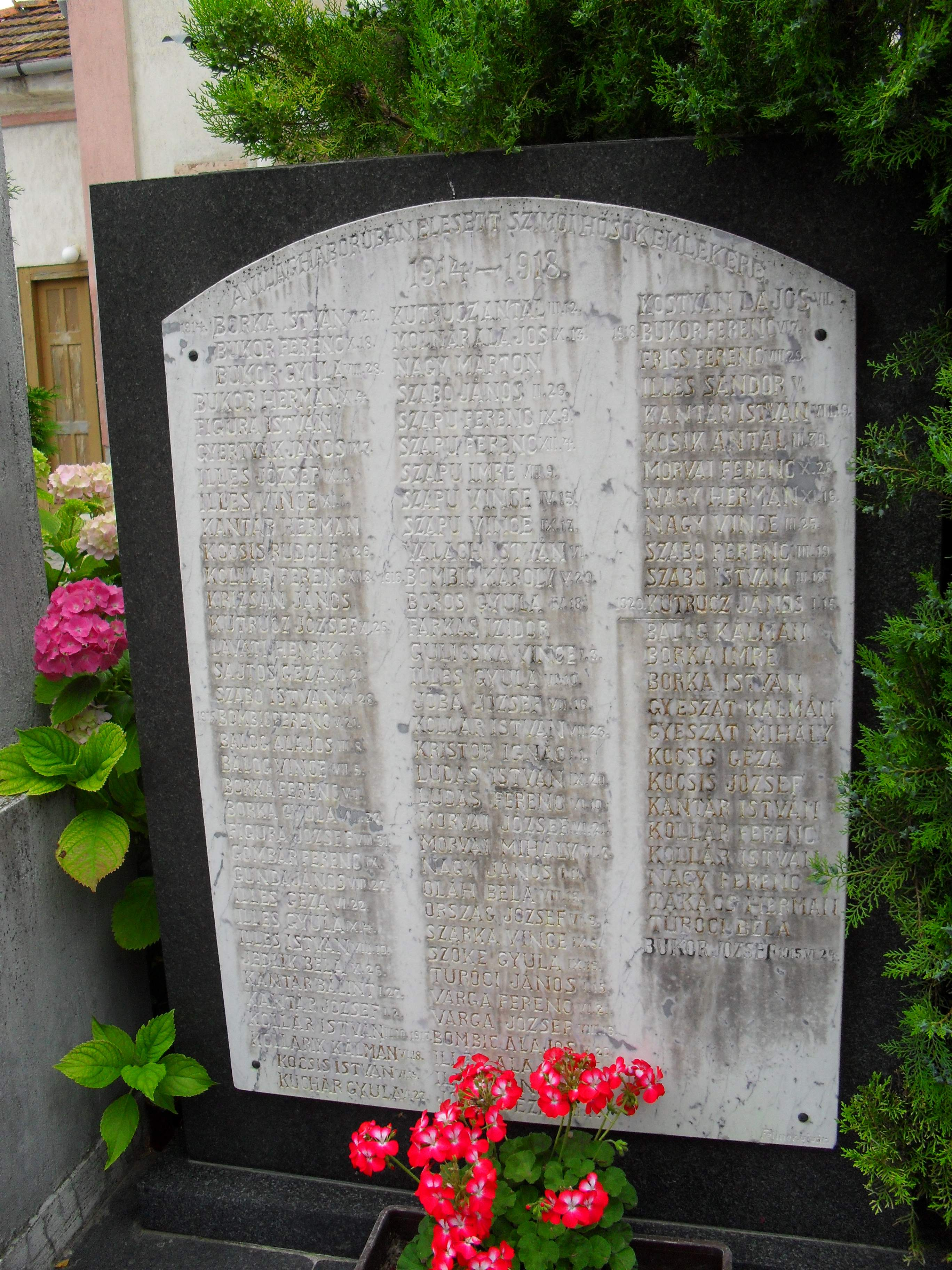
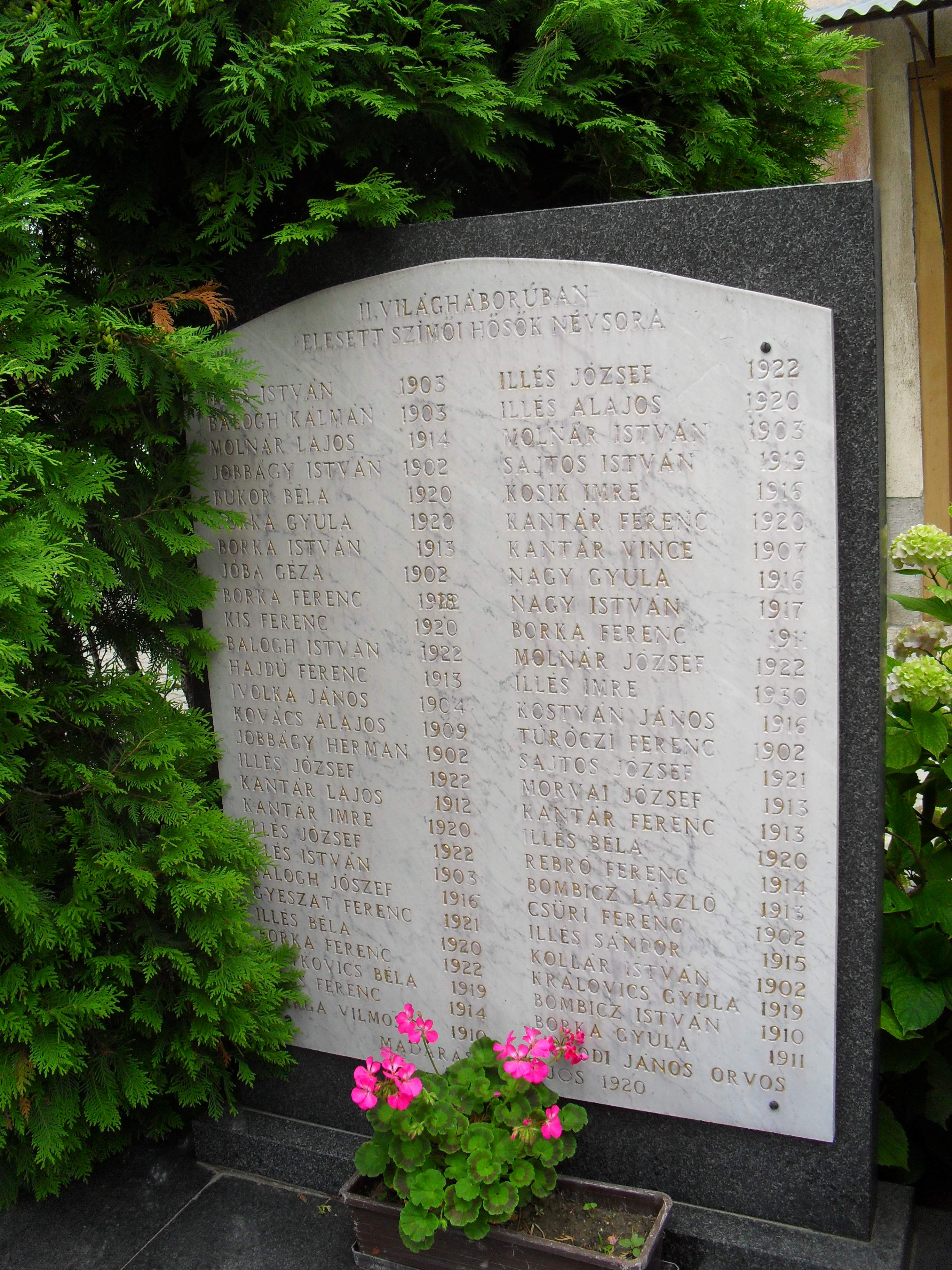
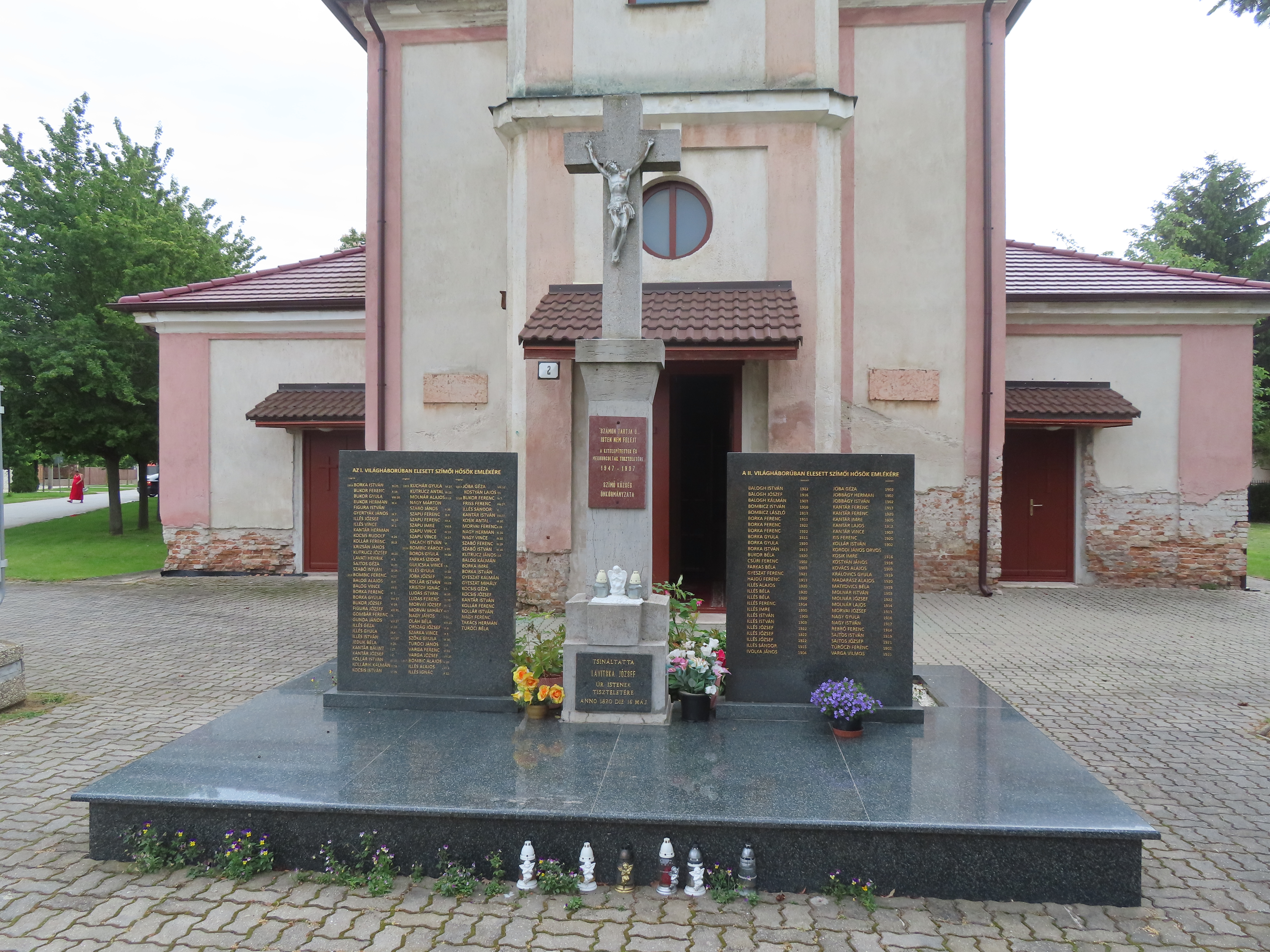
felújítva

##### Tótmegyer

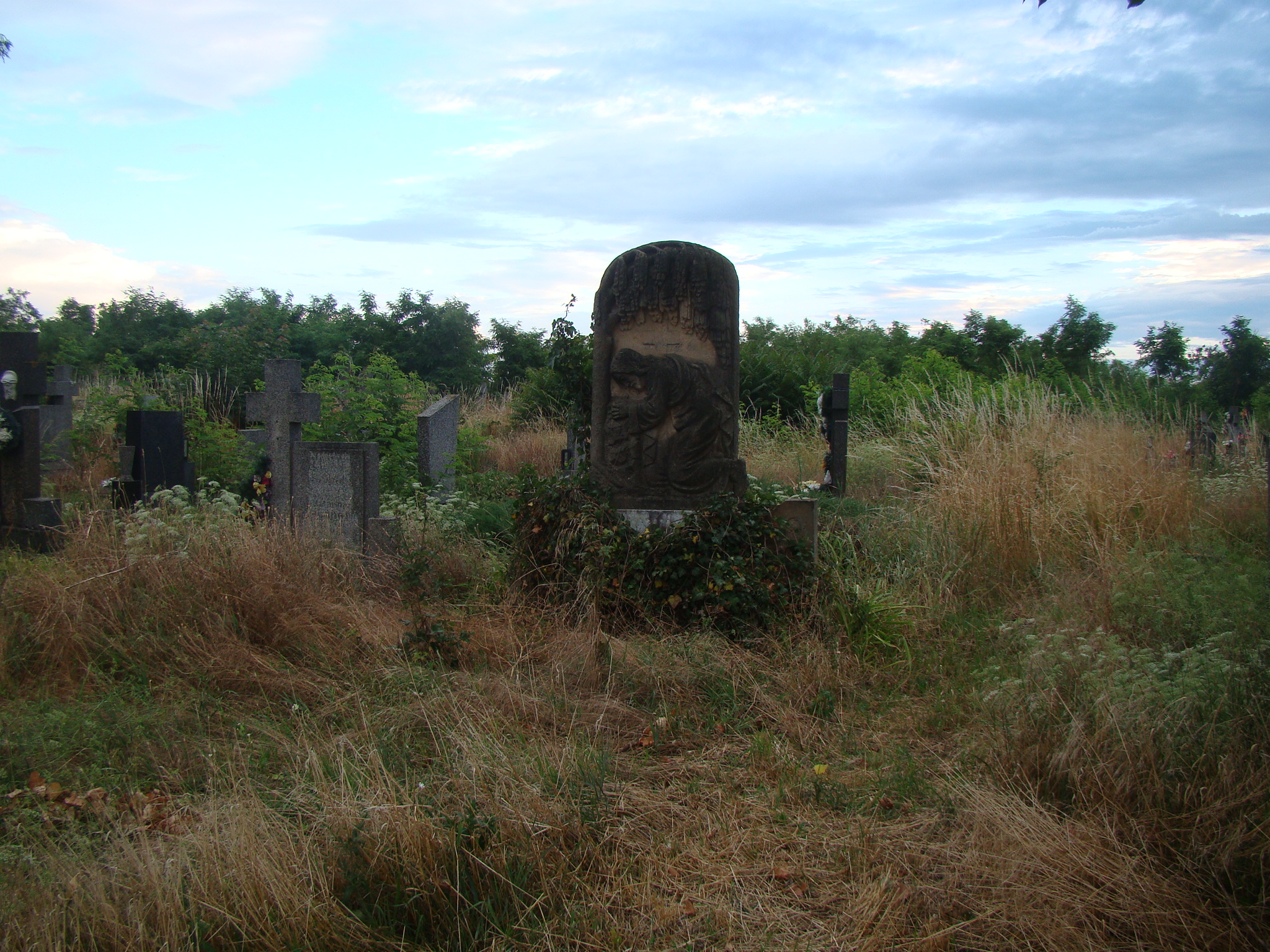
Első világháborús emlékmű (Bártfay Gyula)
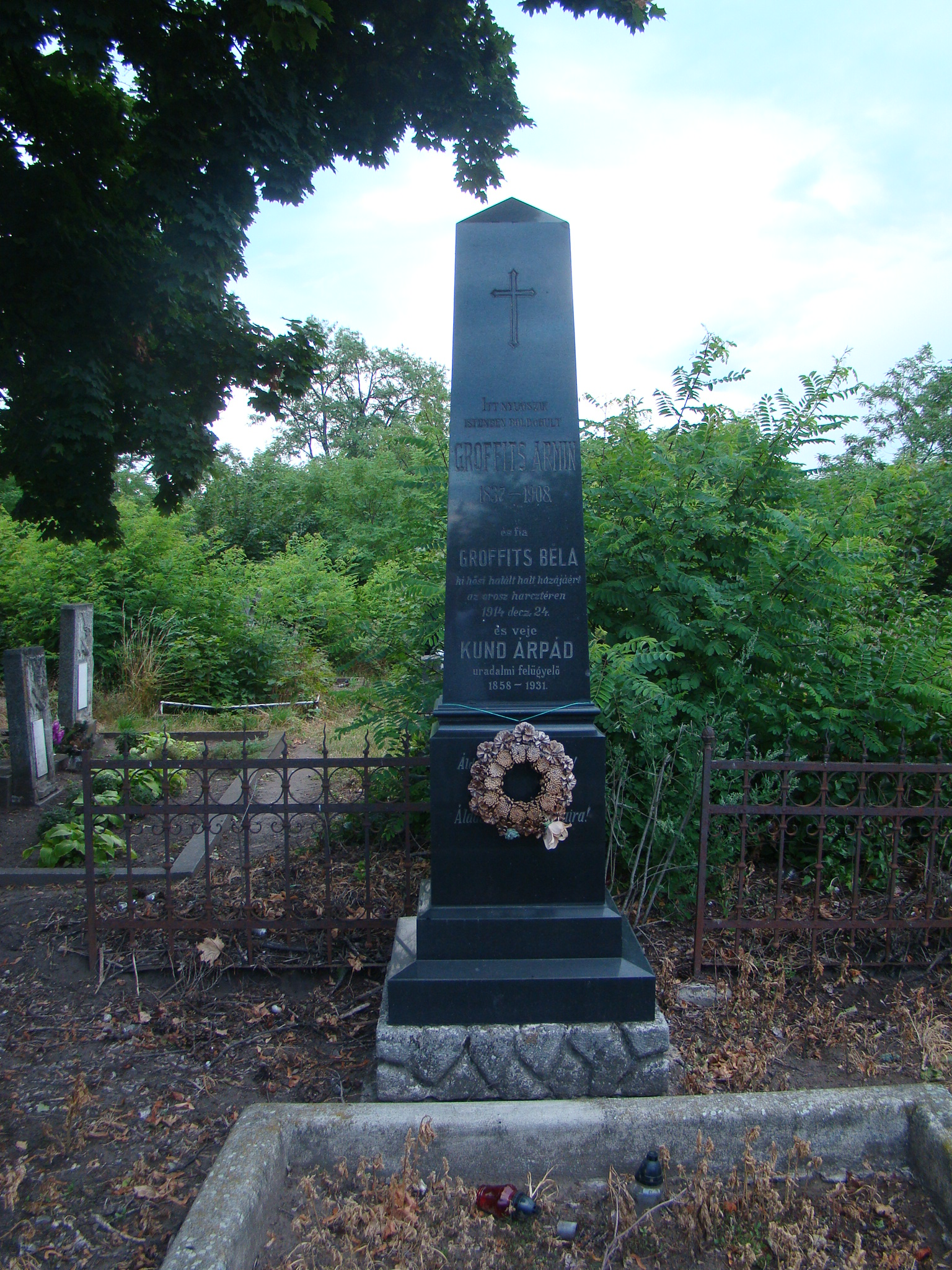

#### Komáromi járás

##### Bajcs

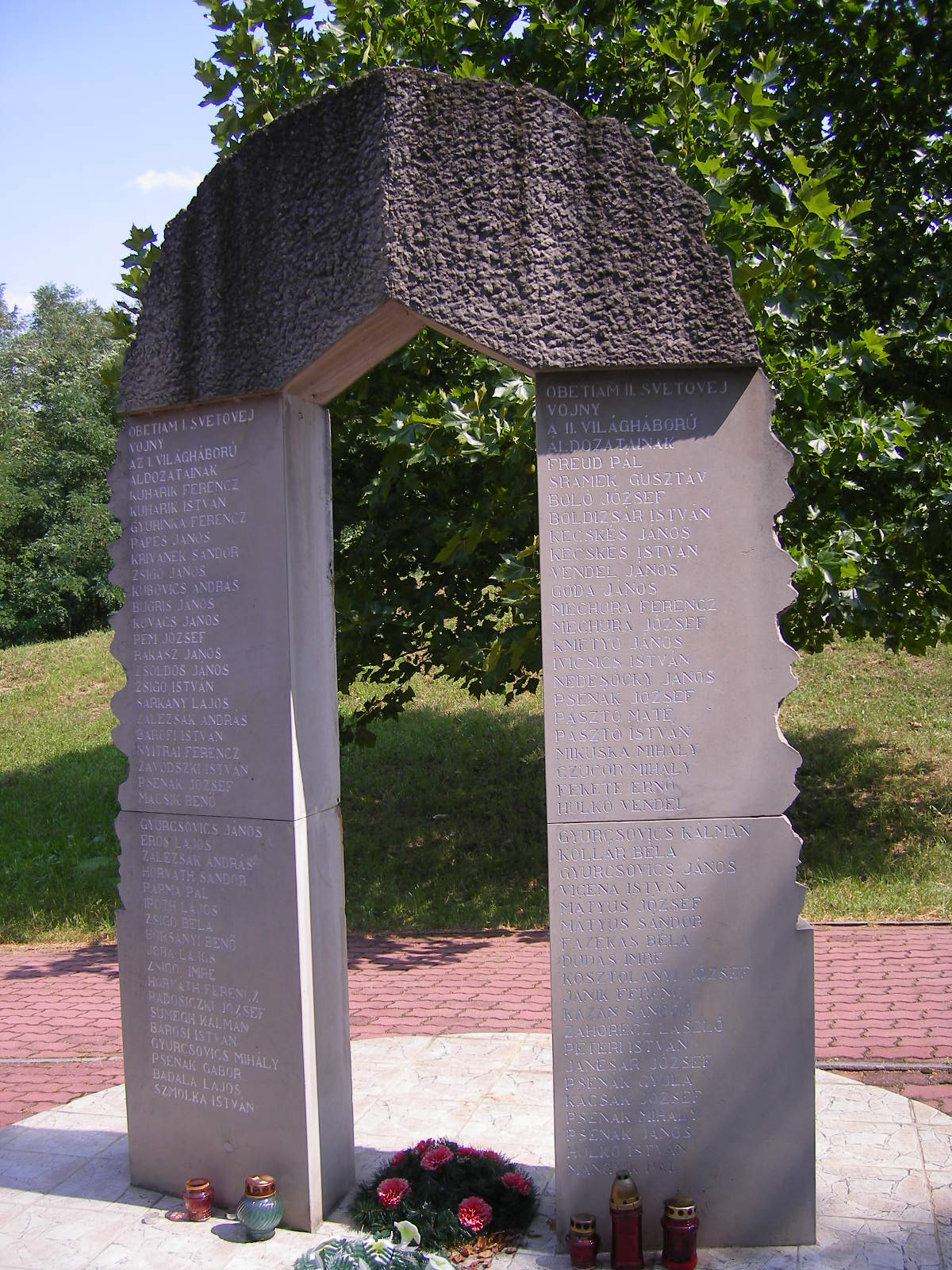
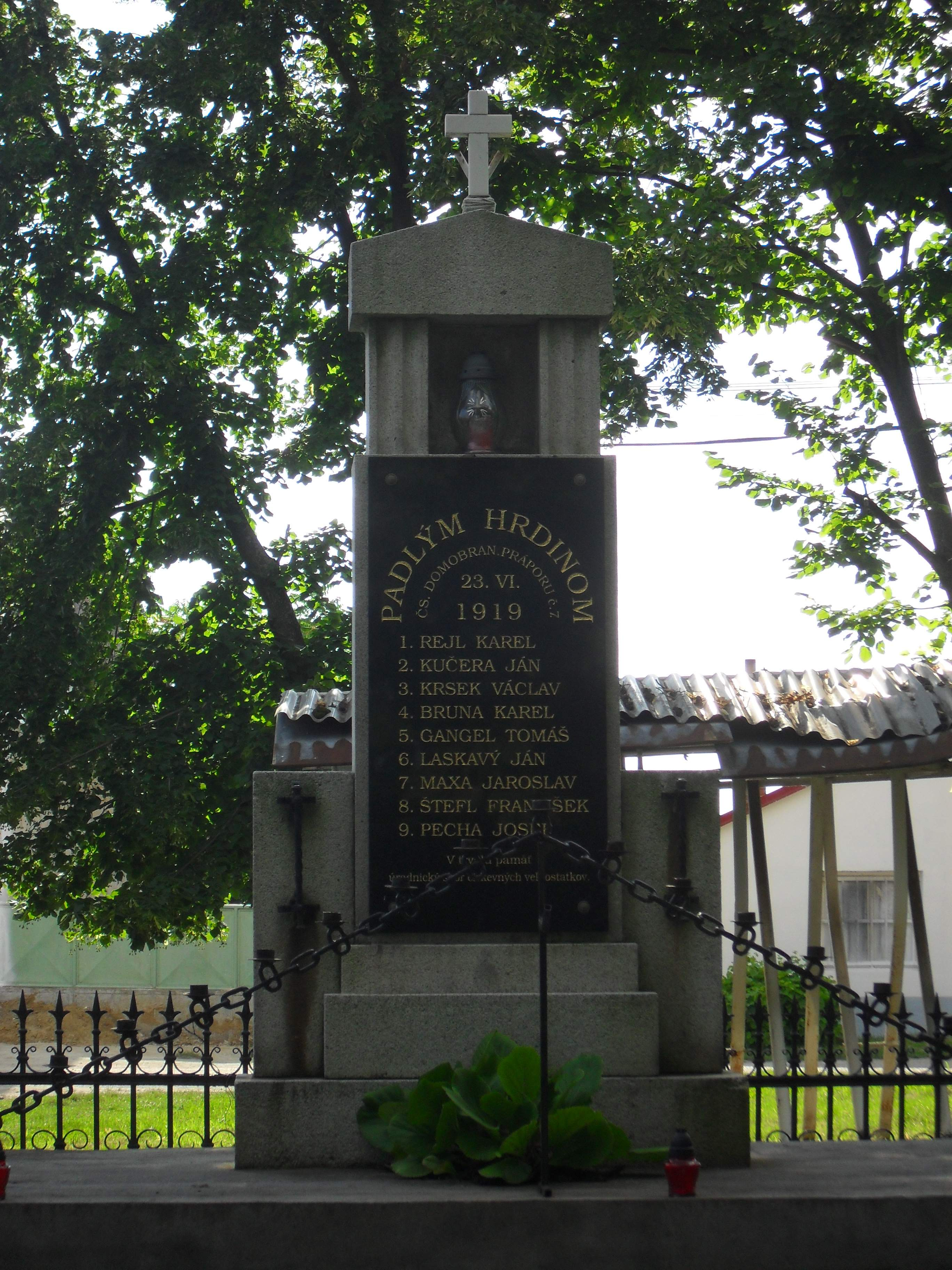
1919

##### Komárom

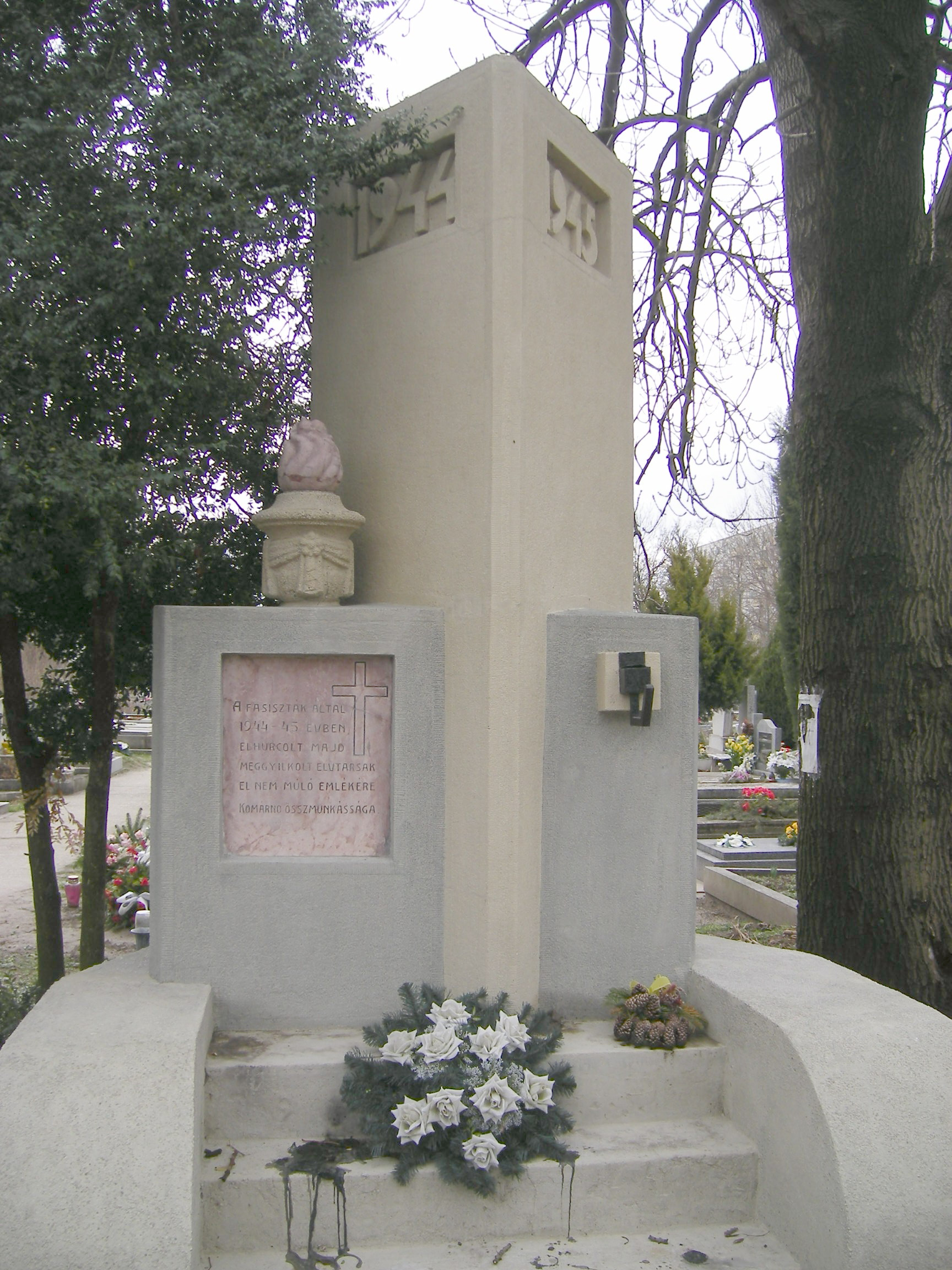
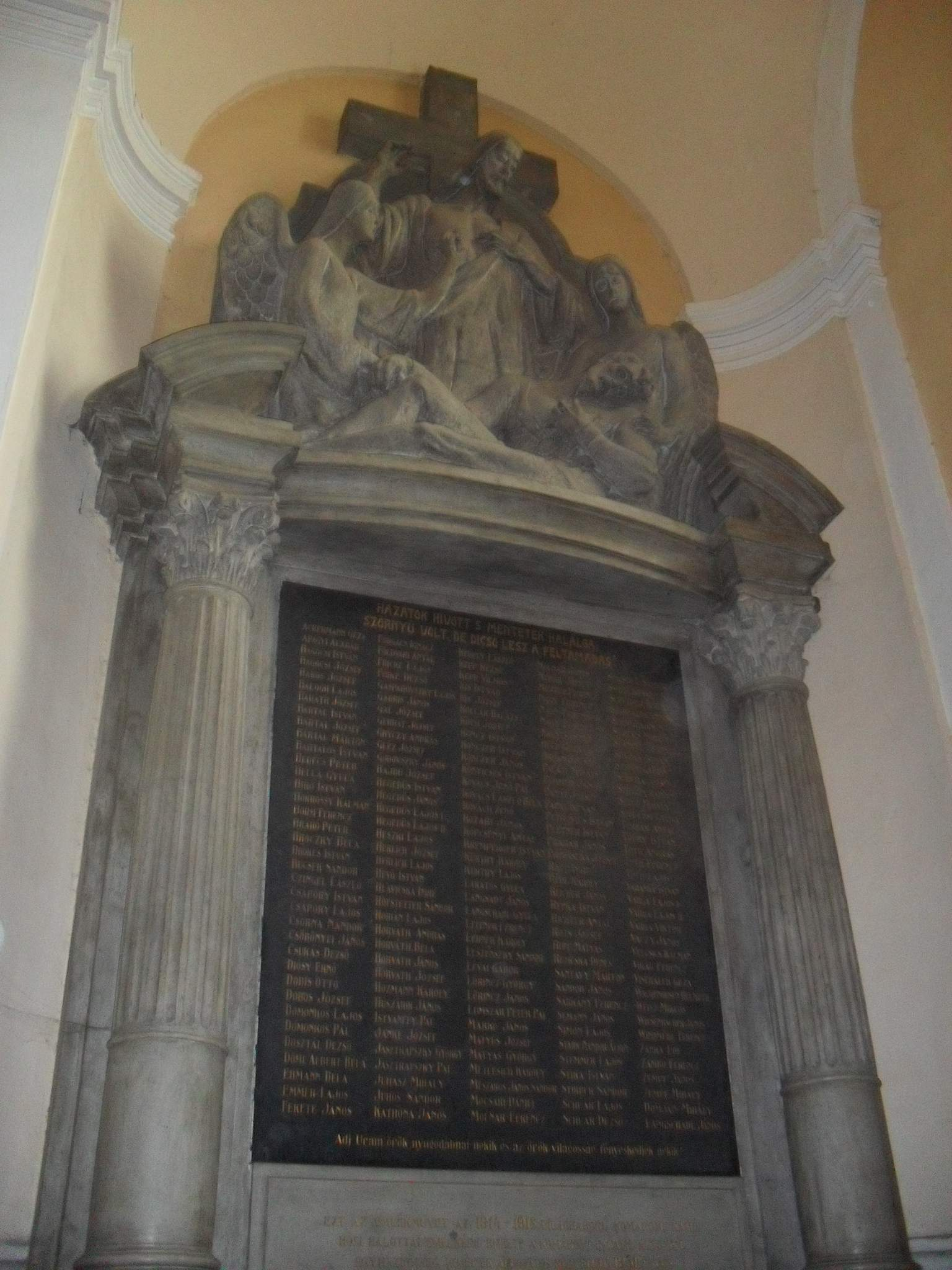
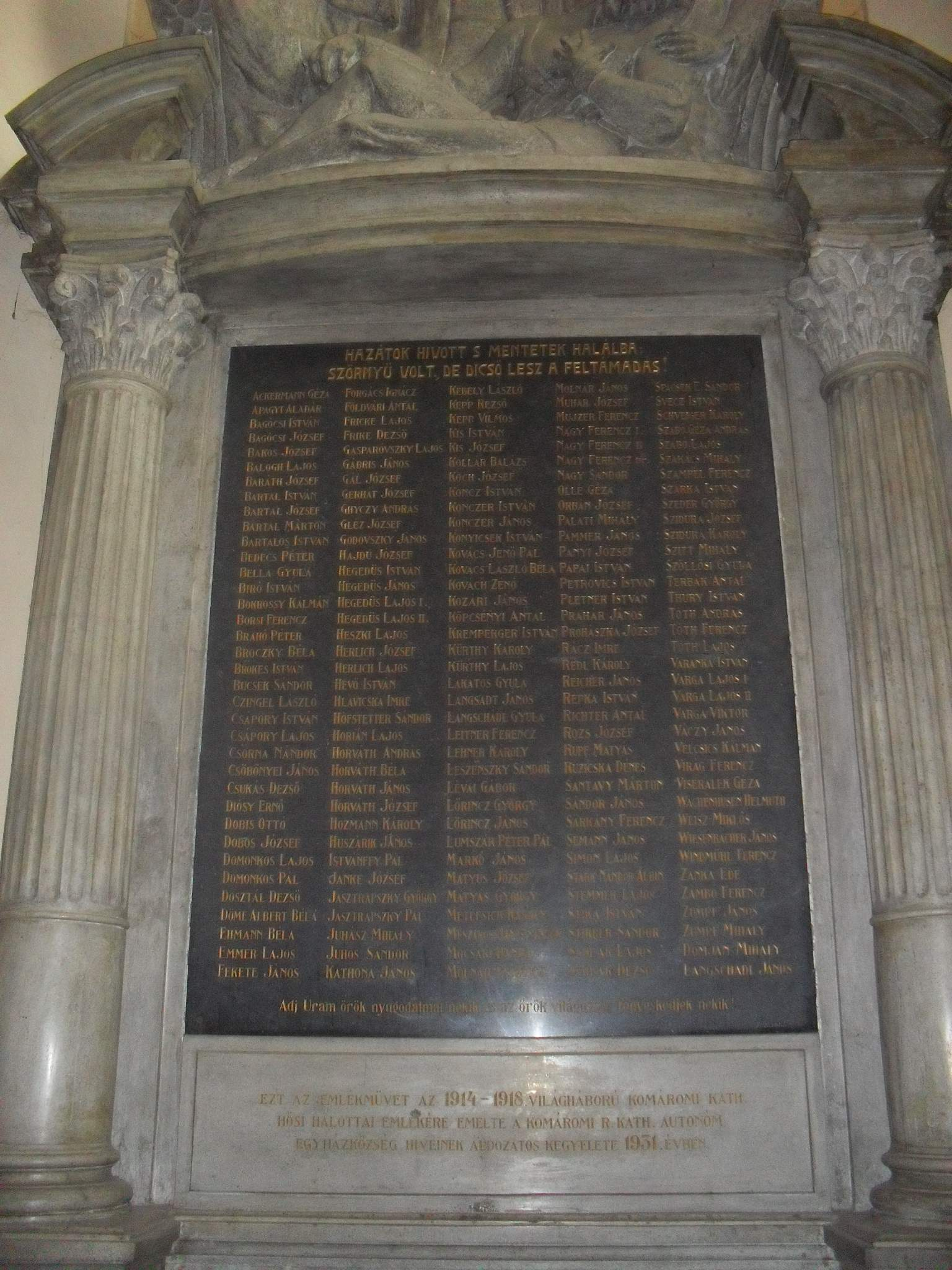
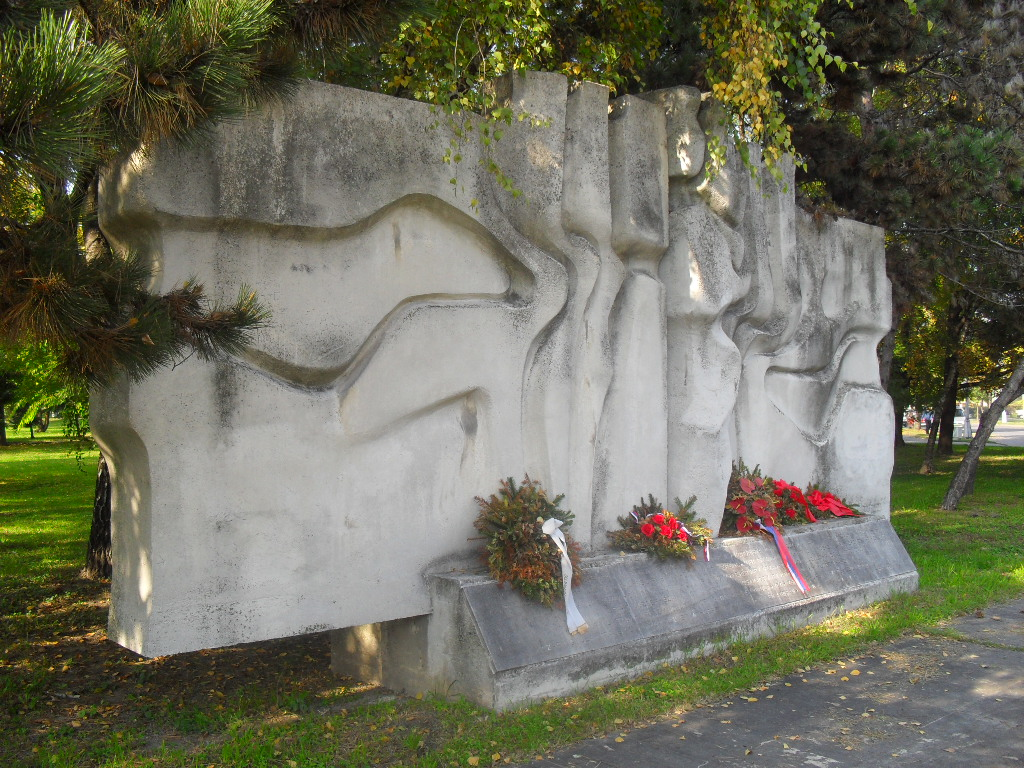
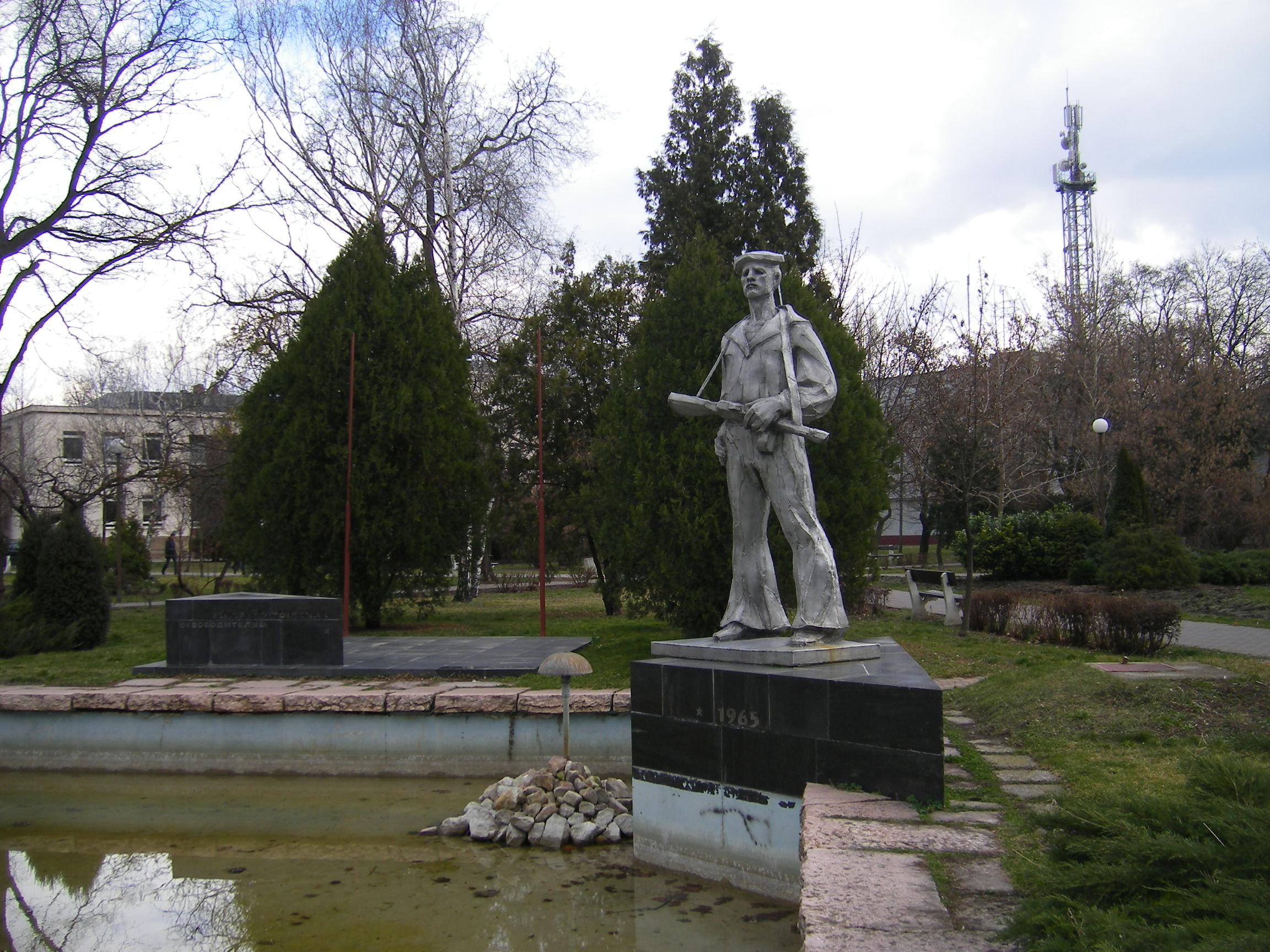
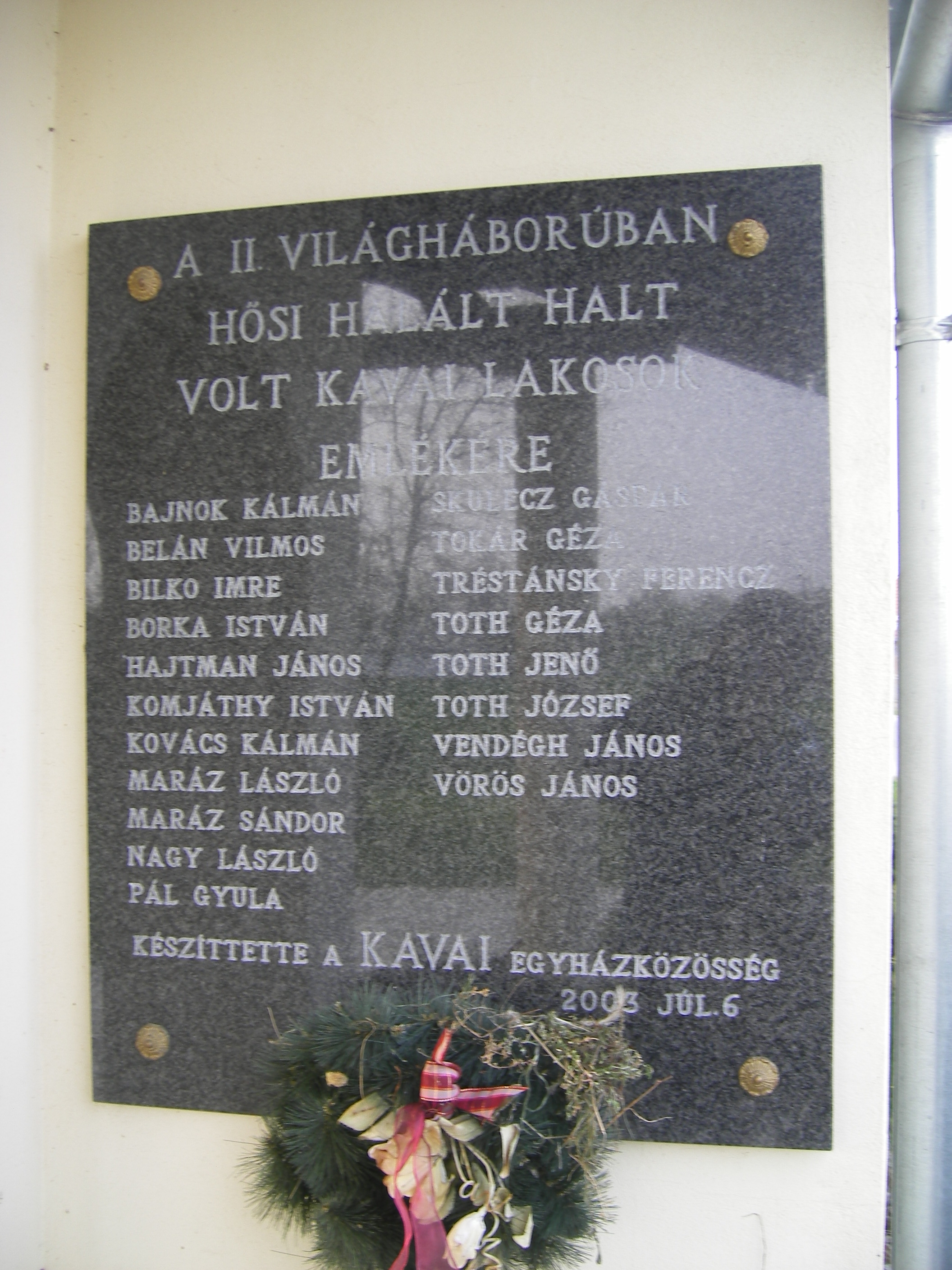
Kava
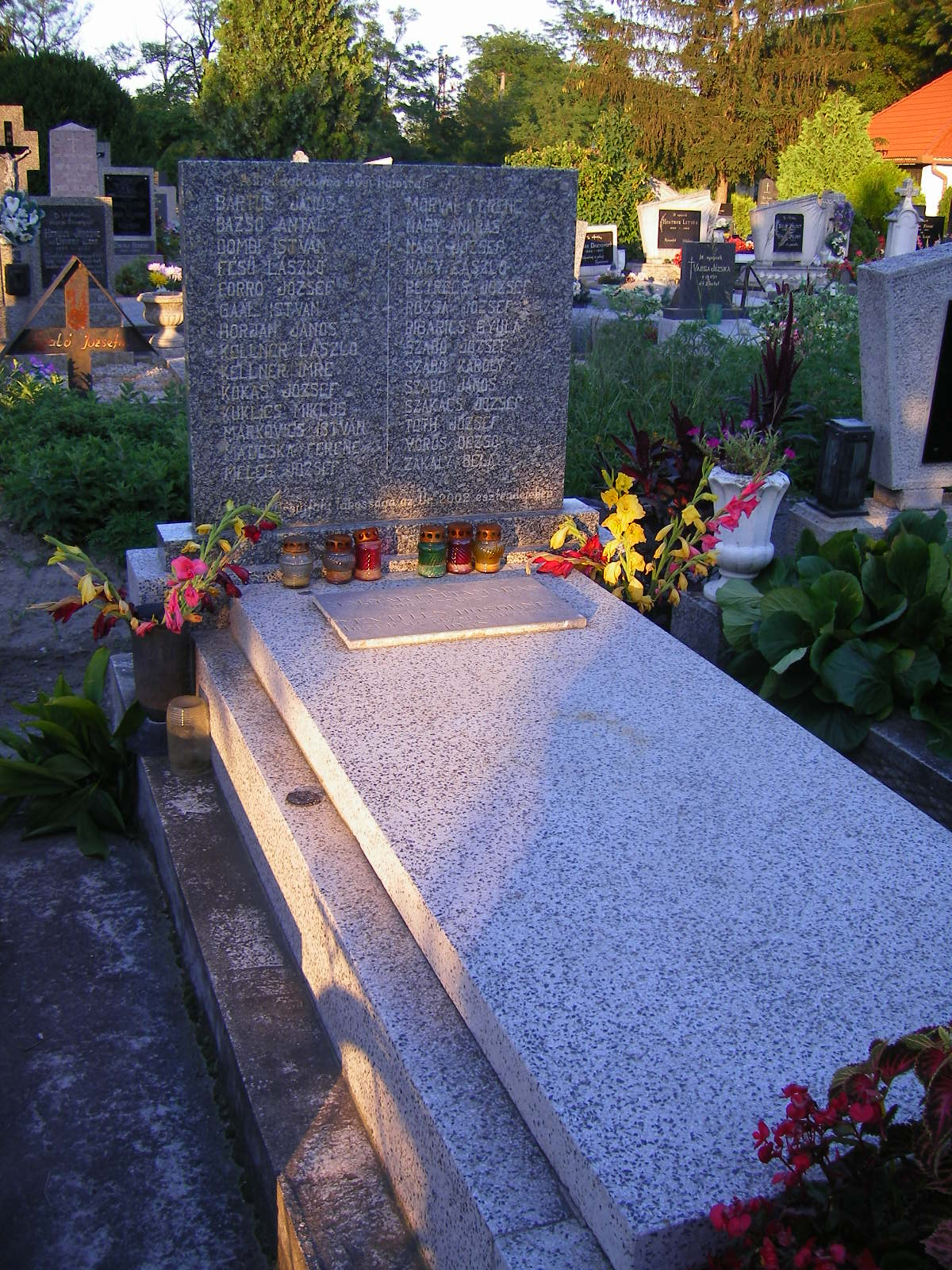
Örsújfalu

##### Szilas

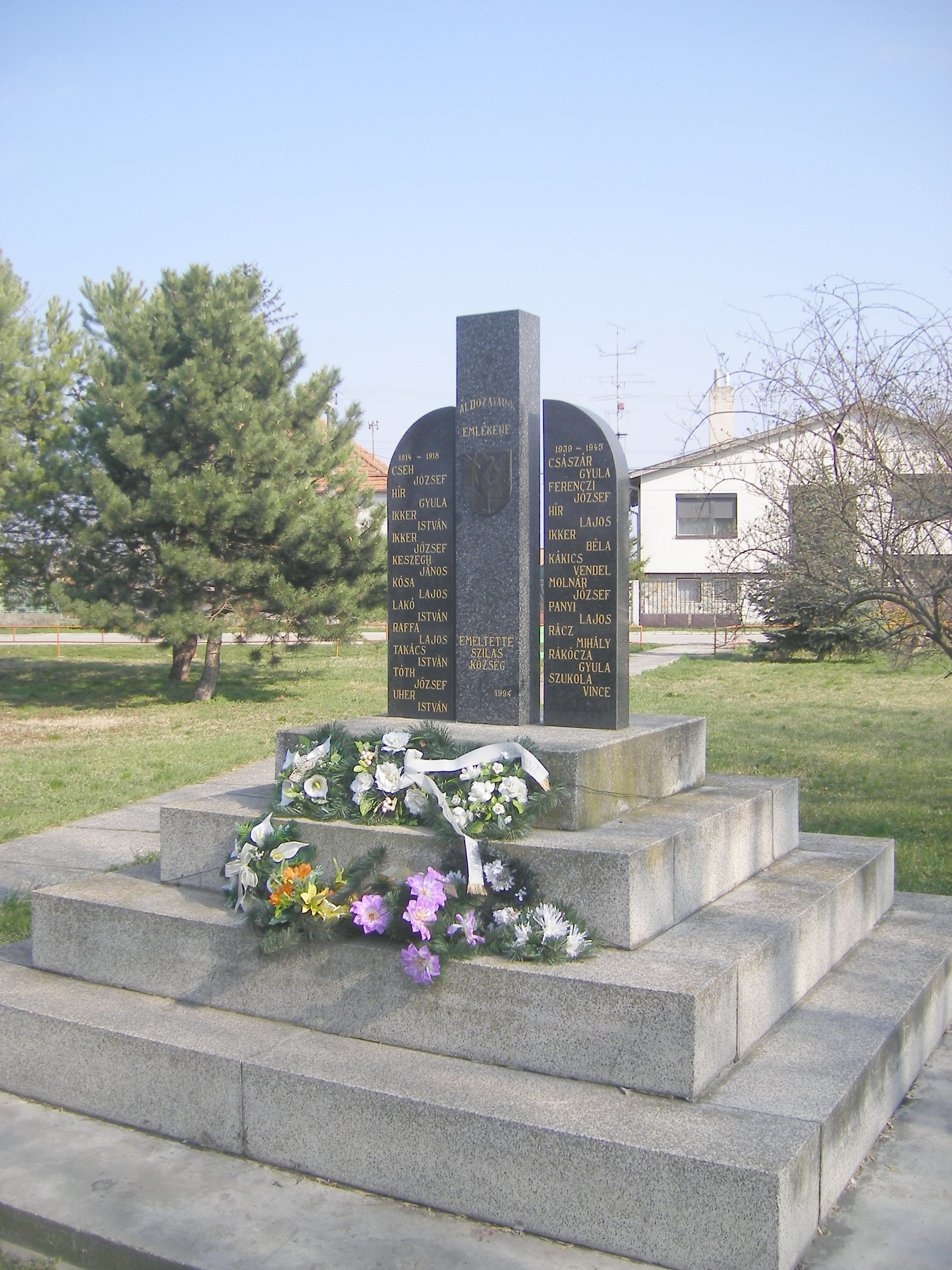
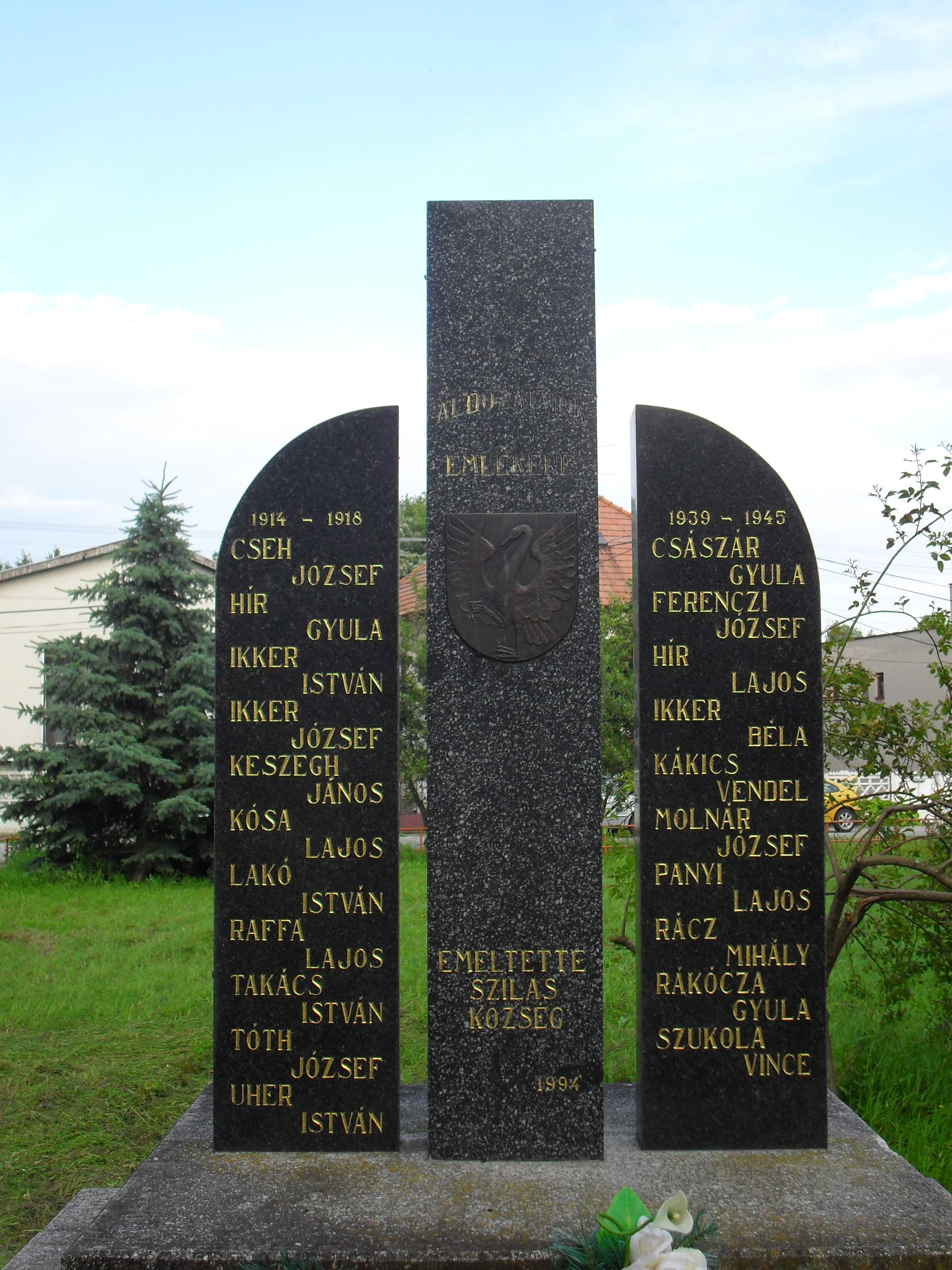
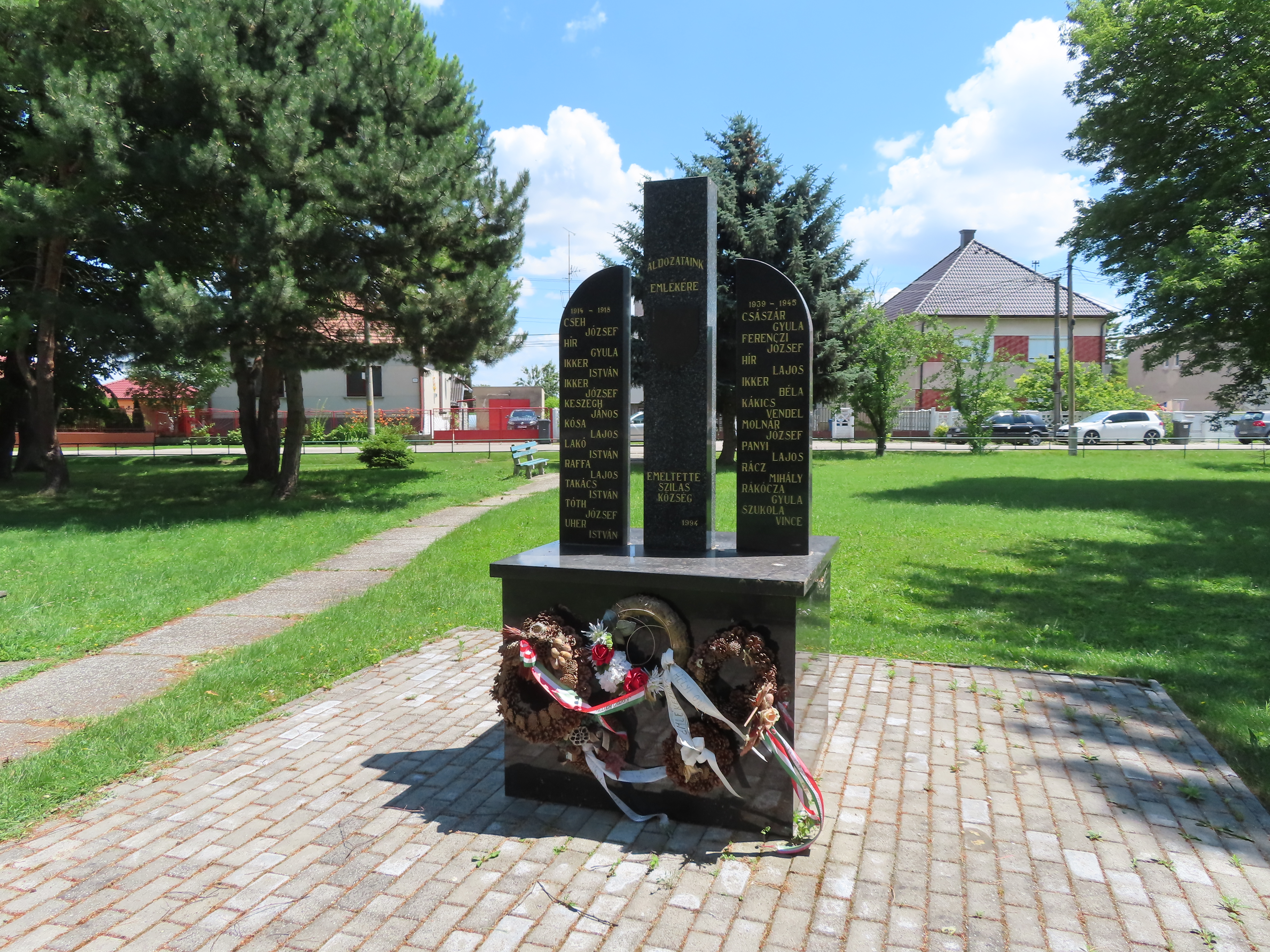
2023

#### Lévai járás

##### Setétkút

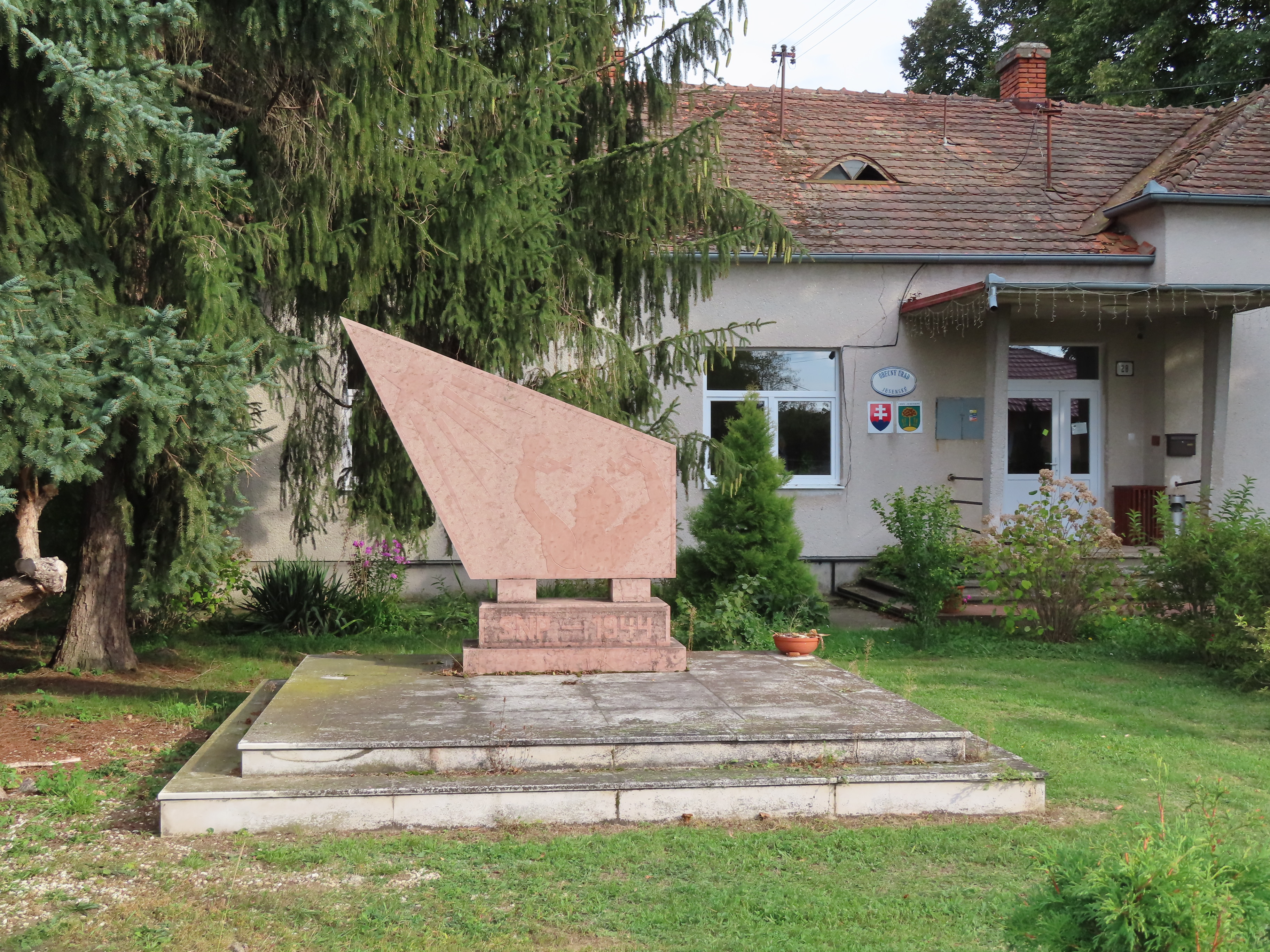
SzNF emlékmű

##### Vámosladány

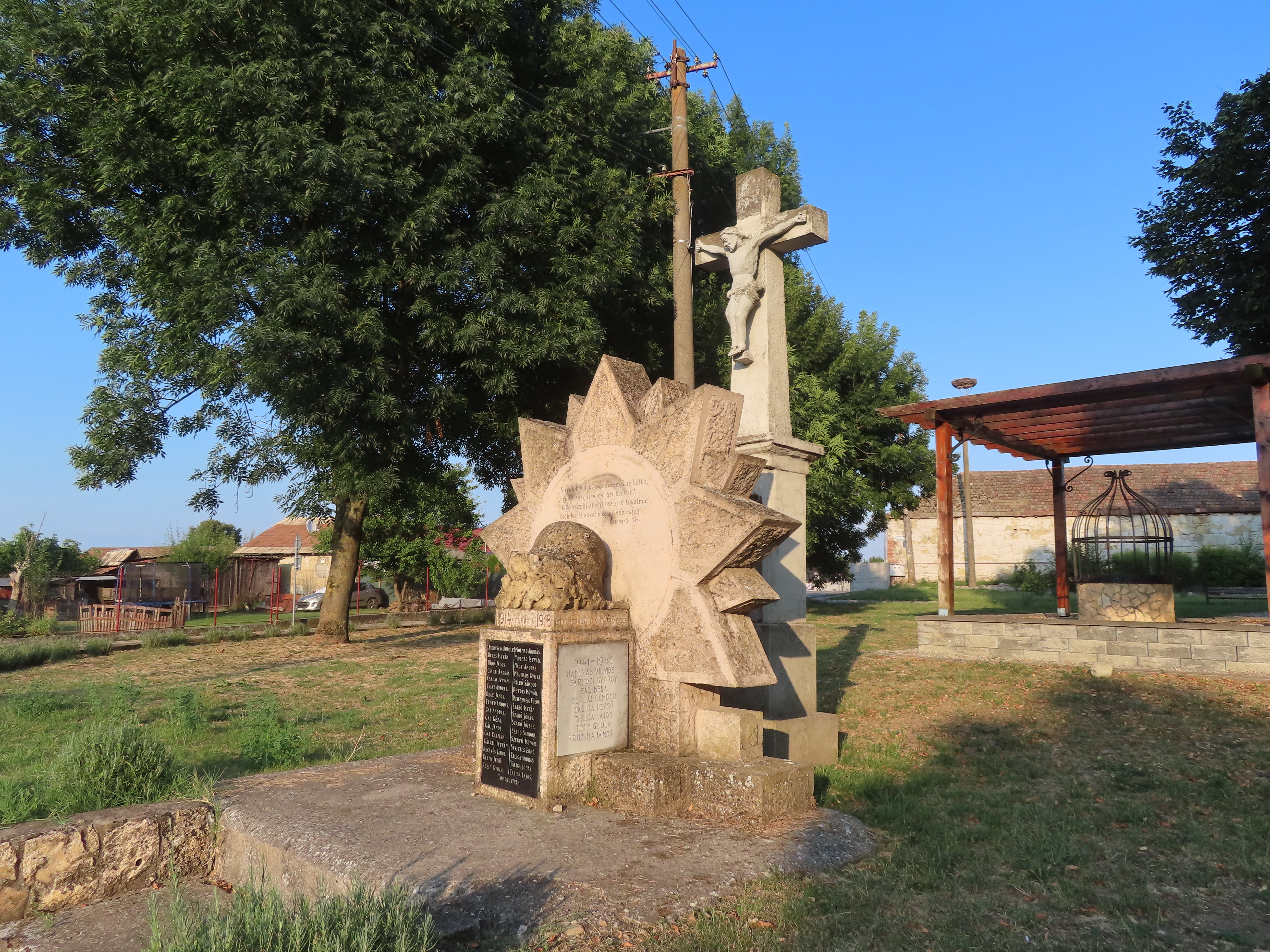
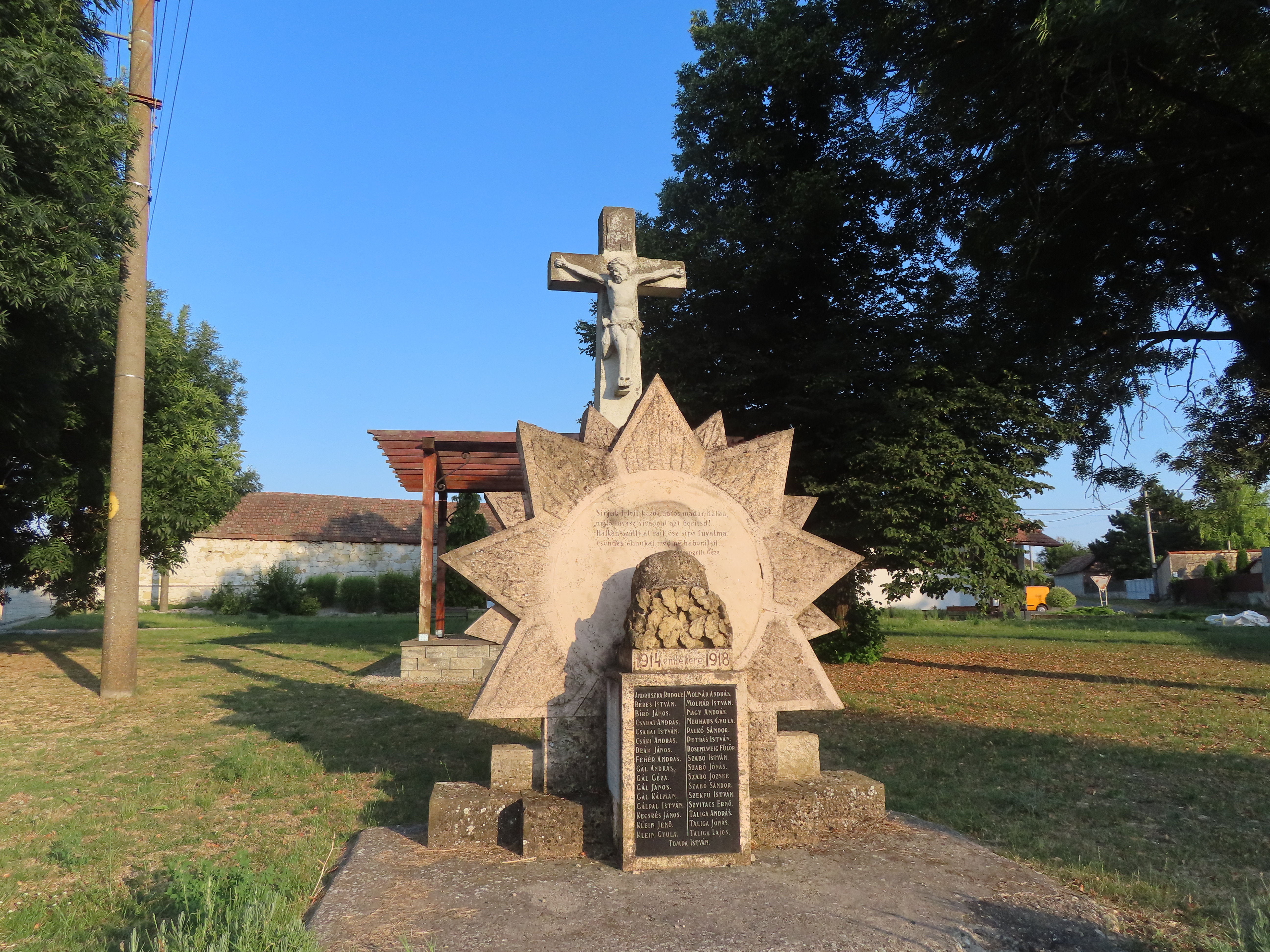
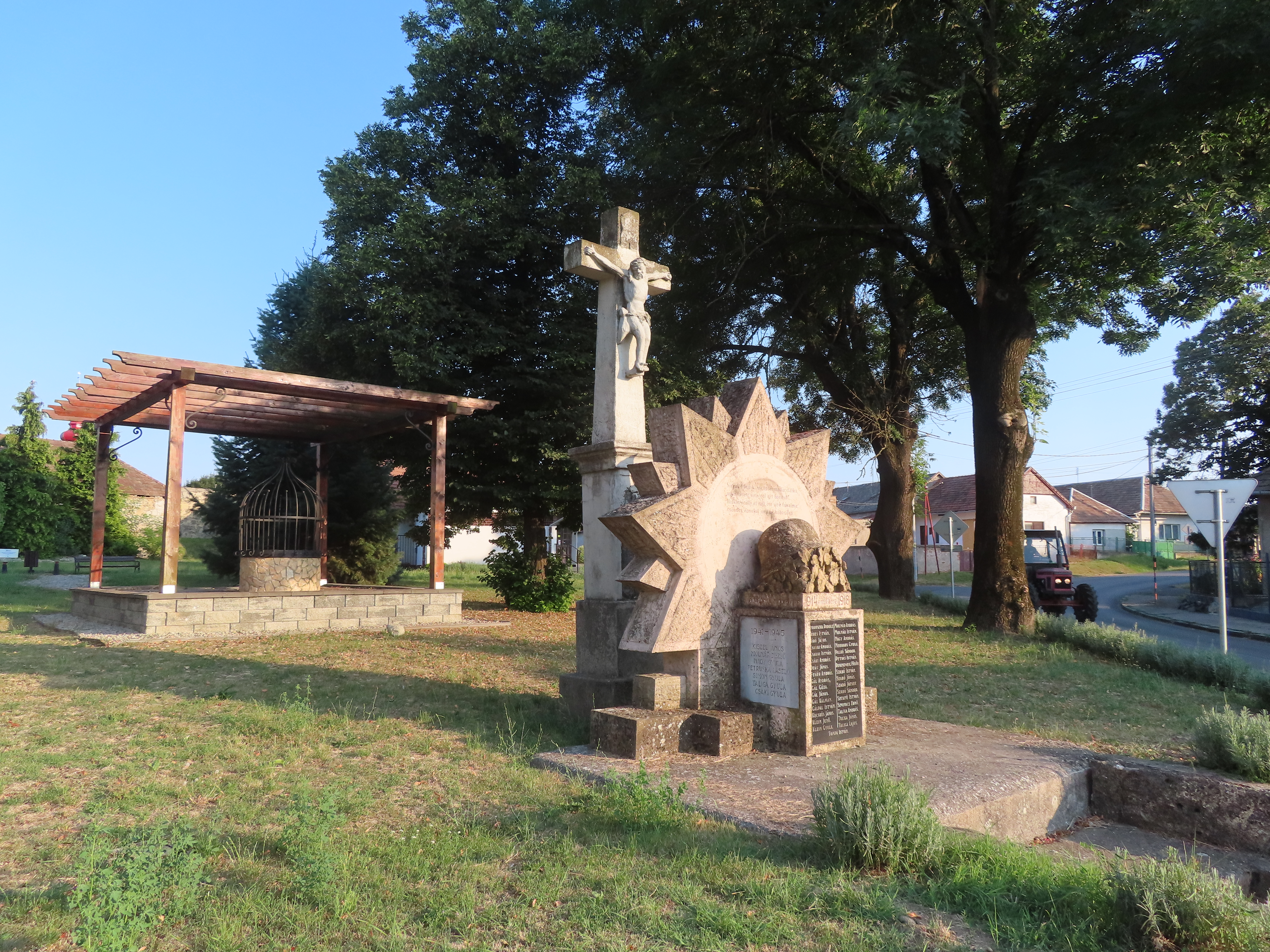
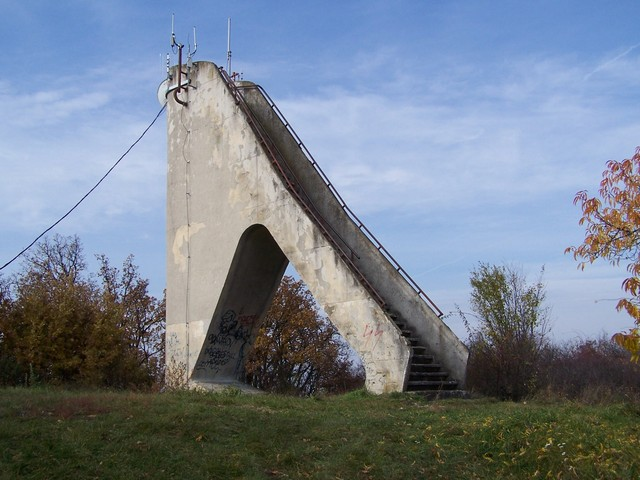
Szovjet emlékmű

#### Nyitrai járás

##### Menyhebédszalakusz

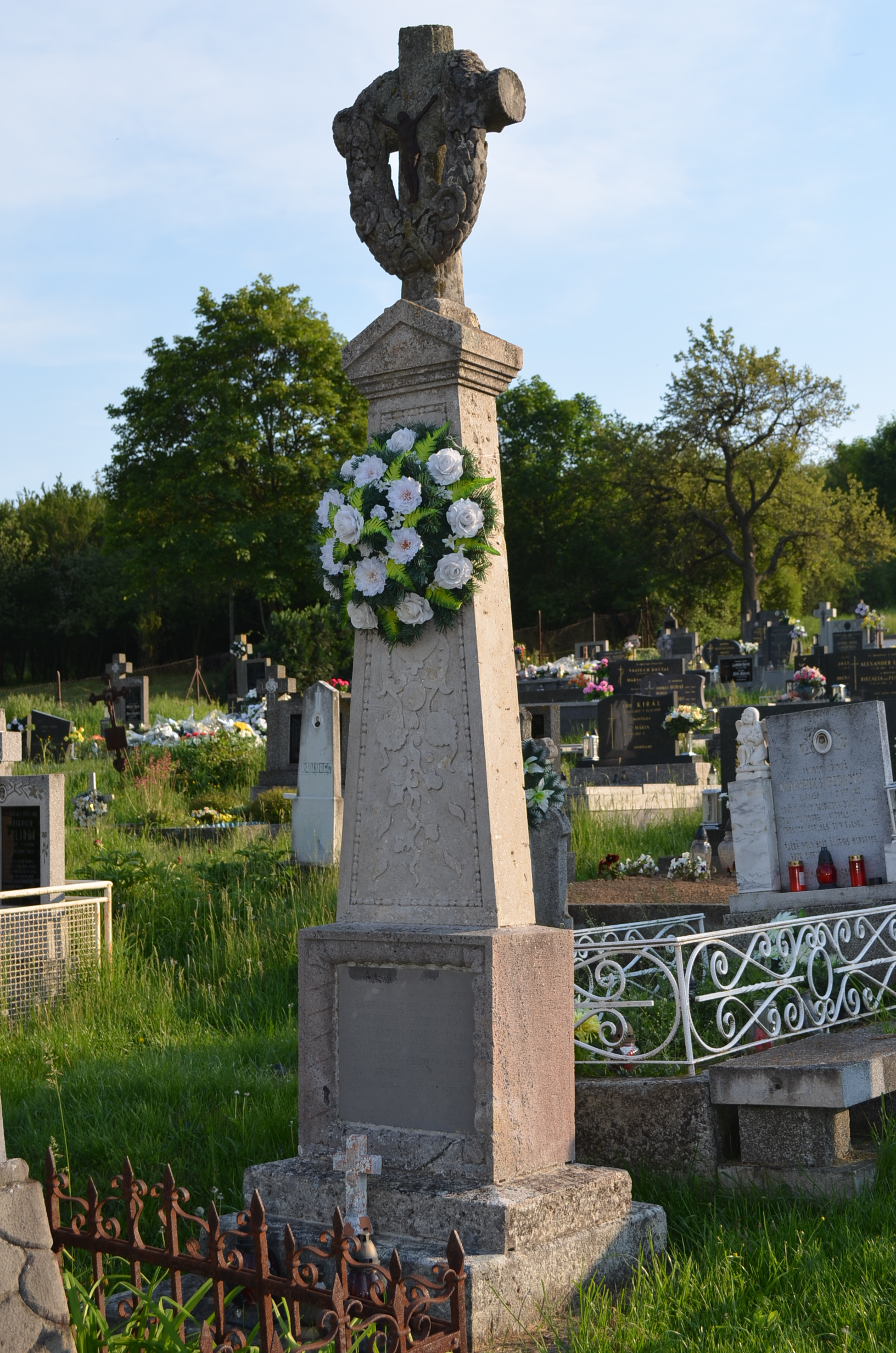
Szalakusz

##### Nagycétény

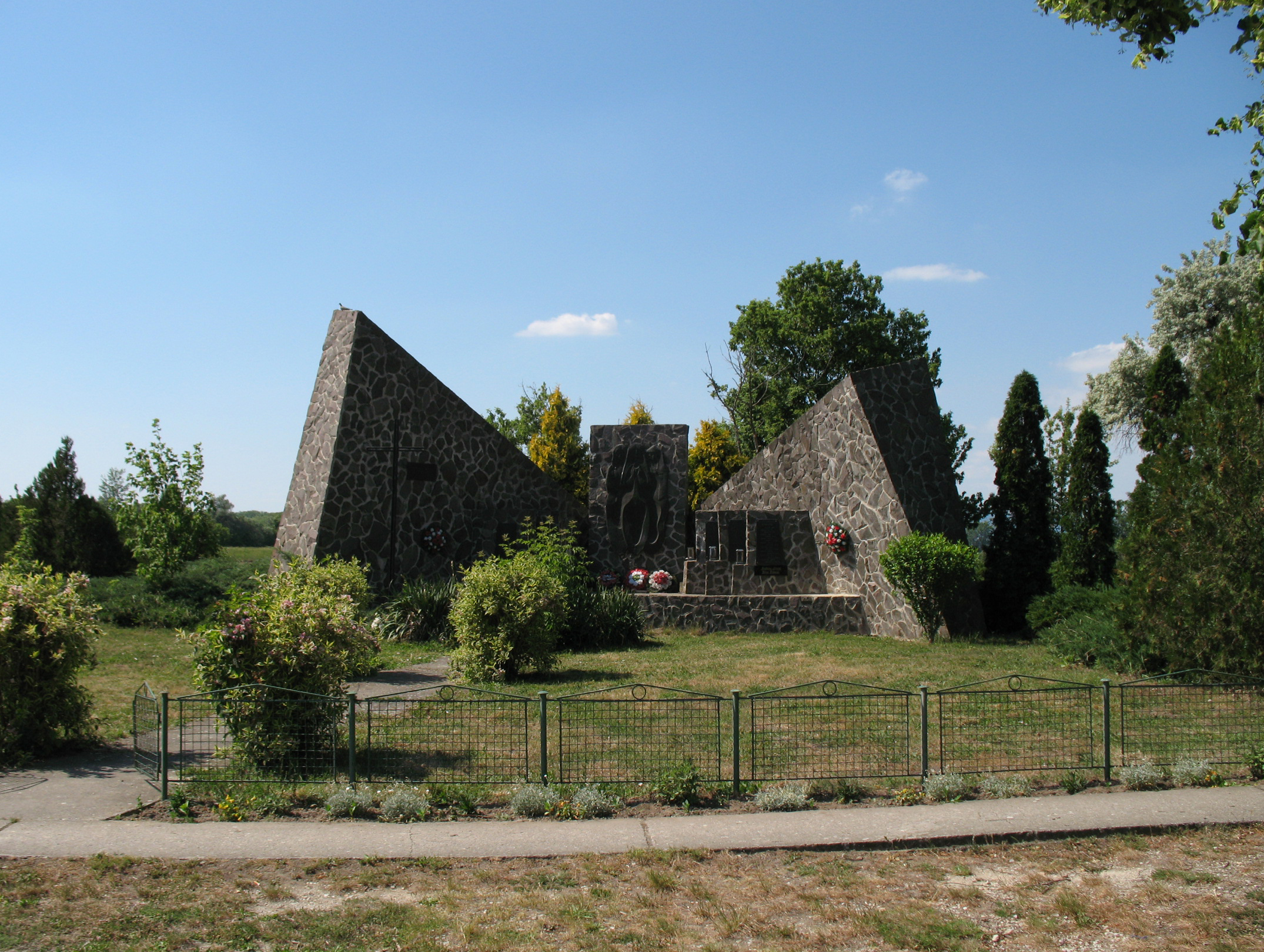

Nagy János alkotása 1993-ból.

##### Nemespann

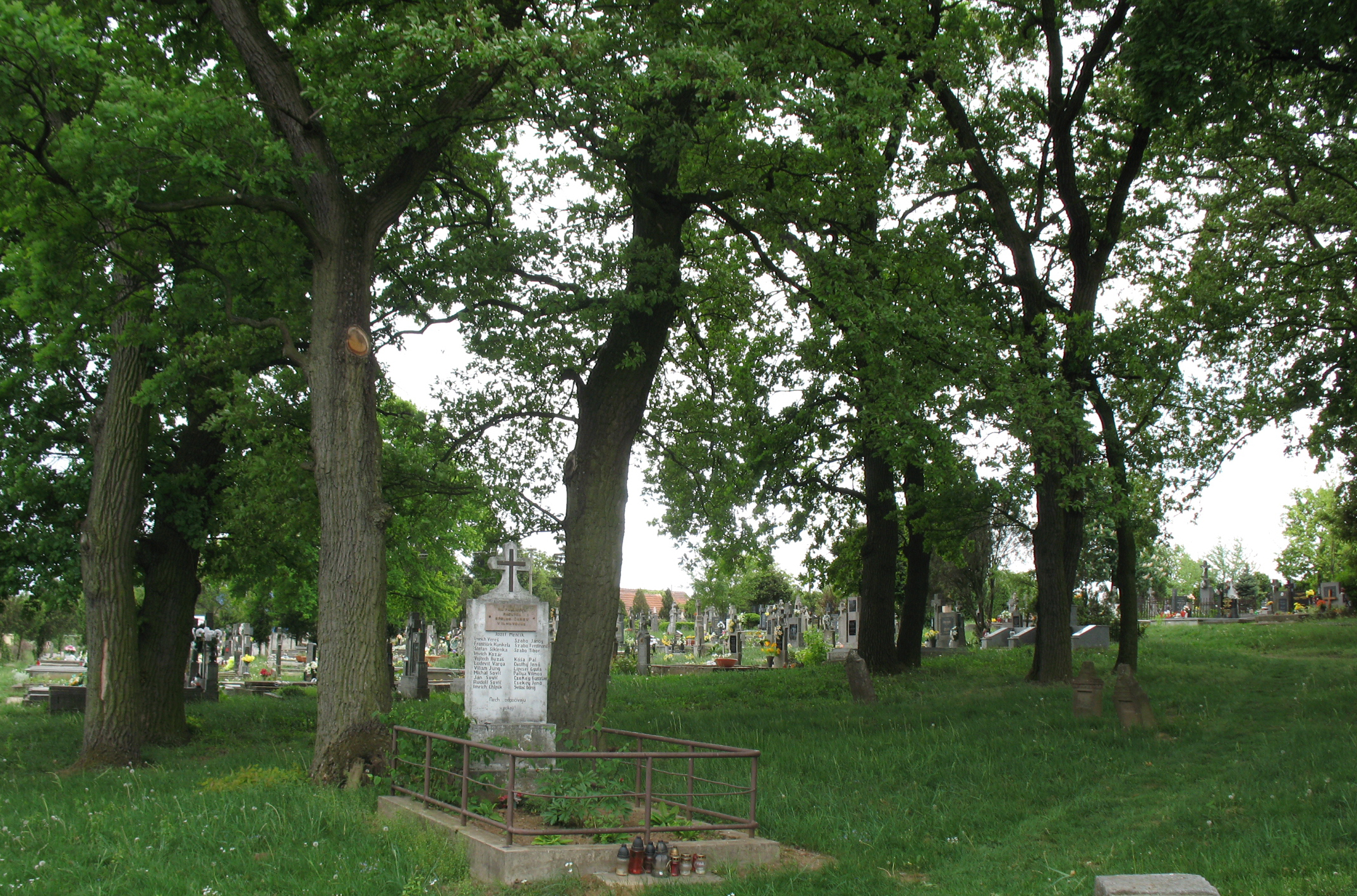
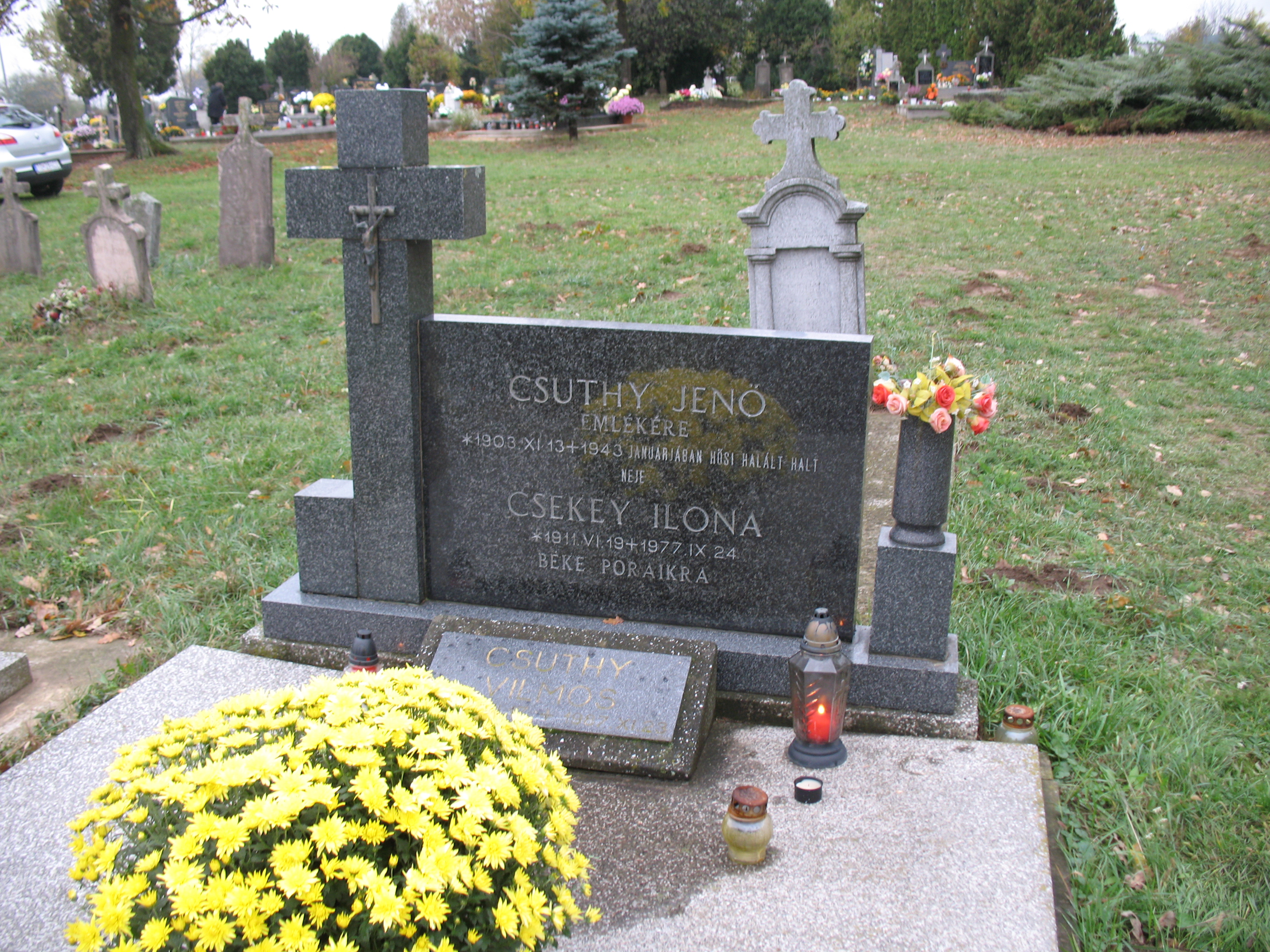
szimbolikus sír
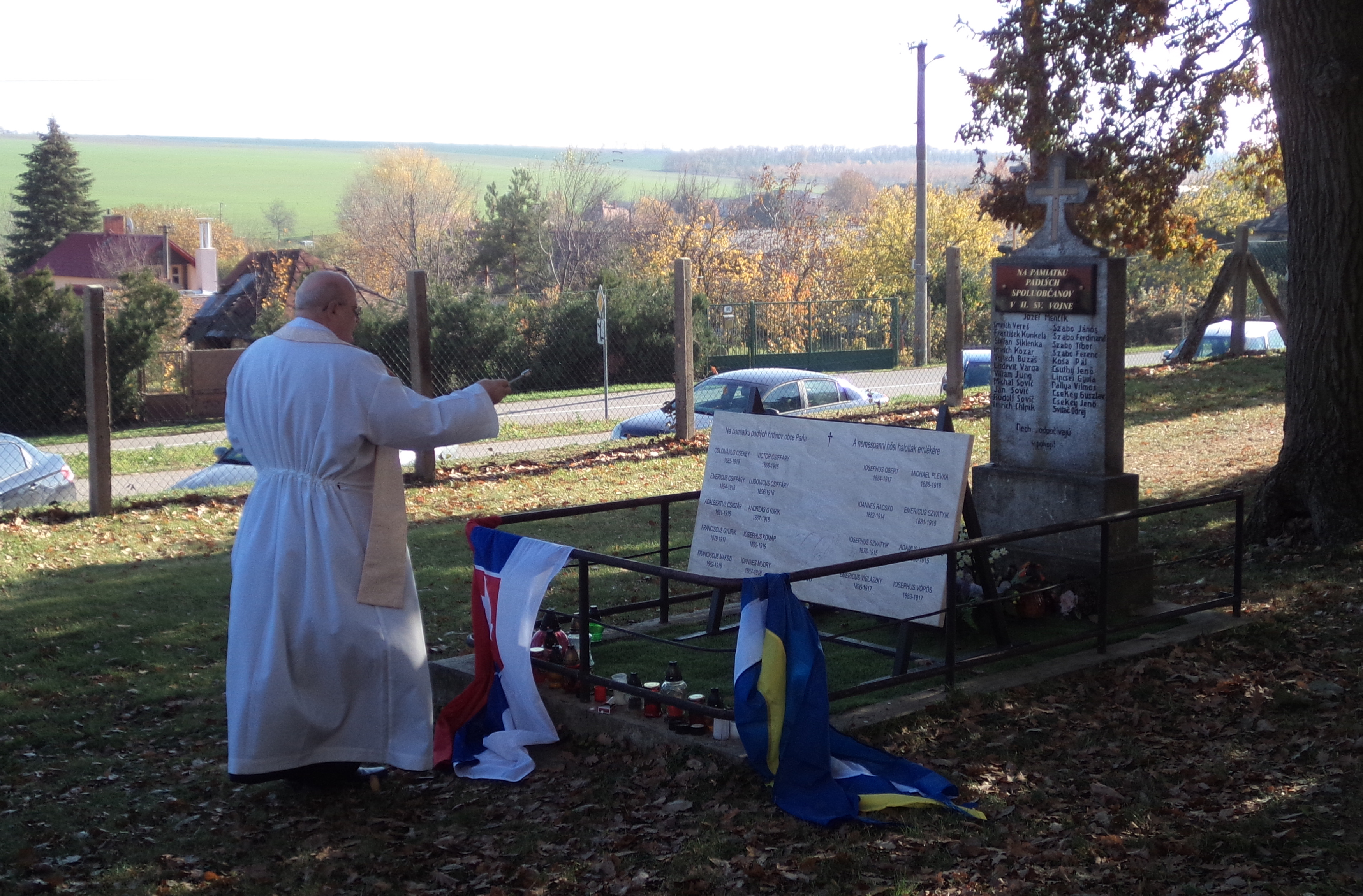
2018

##### Nyitra

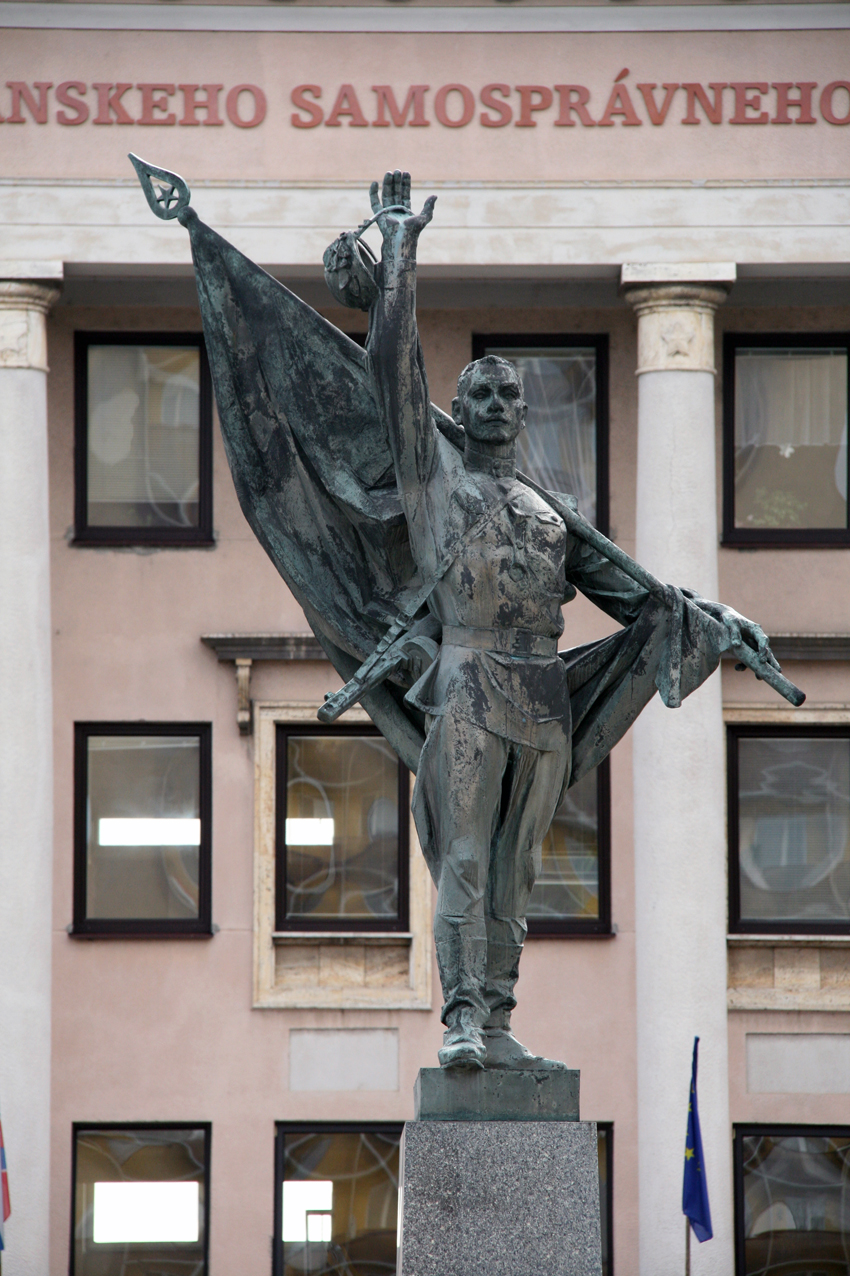

- Finta Sándor első világháborús emlékműve
- Bártfay Tibor a szovjet hadsereg emlékműve

##### Nyitracsehi

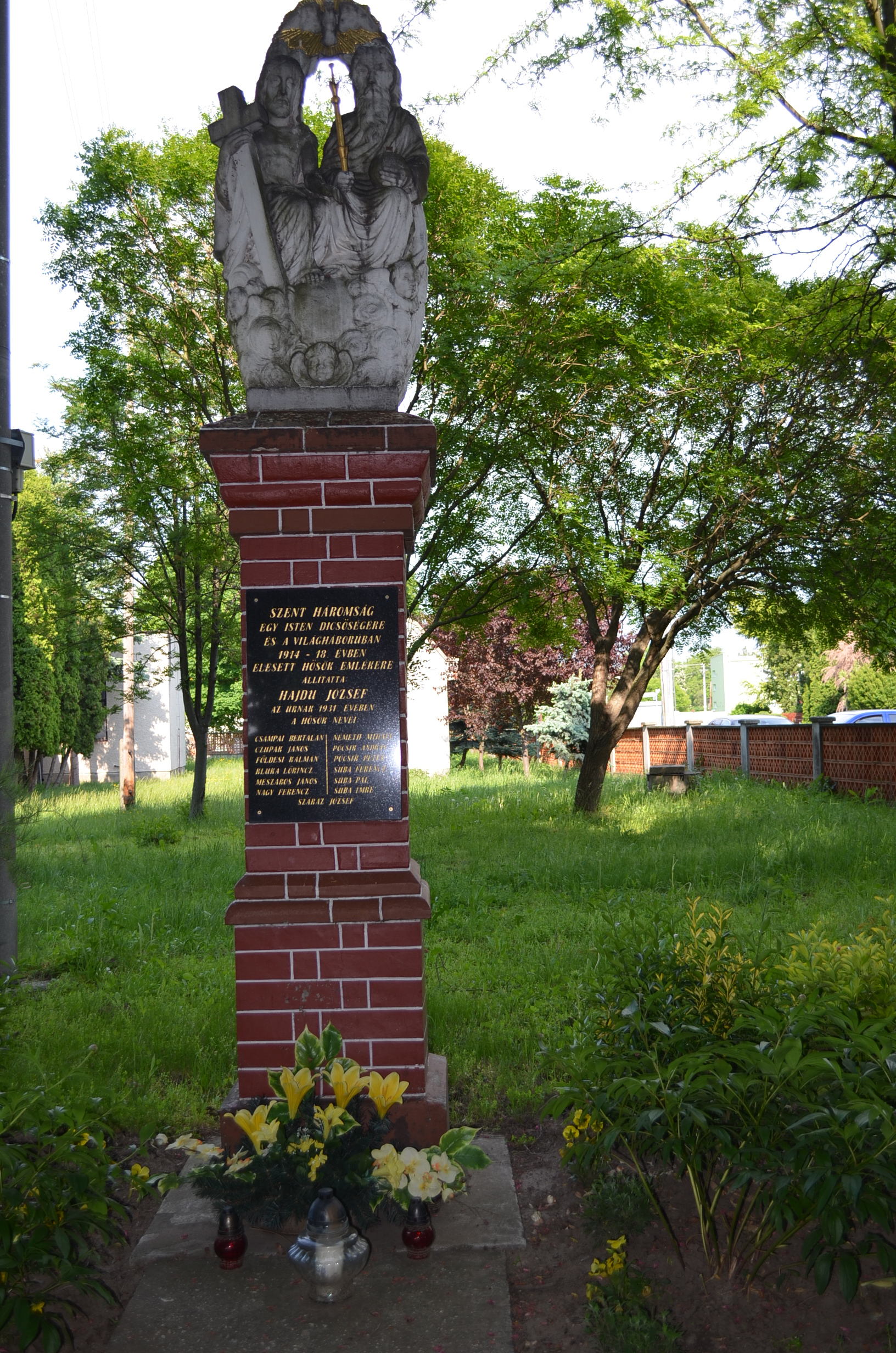

##### Nyitrageszte

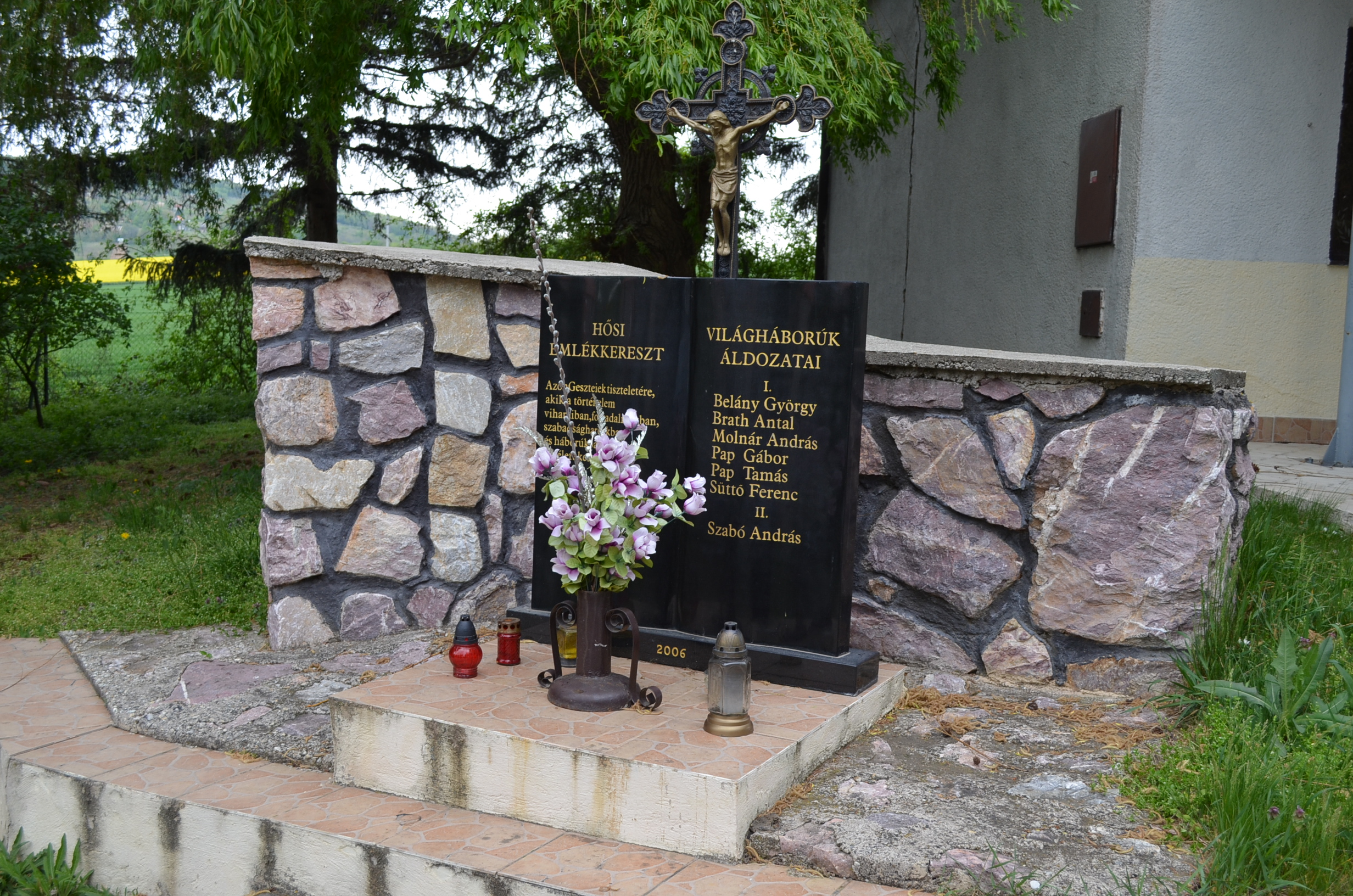

##### Nyitraivánka

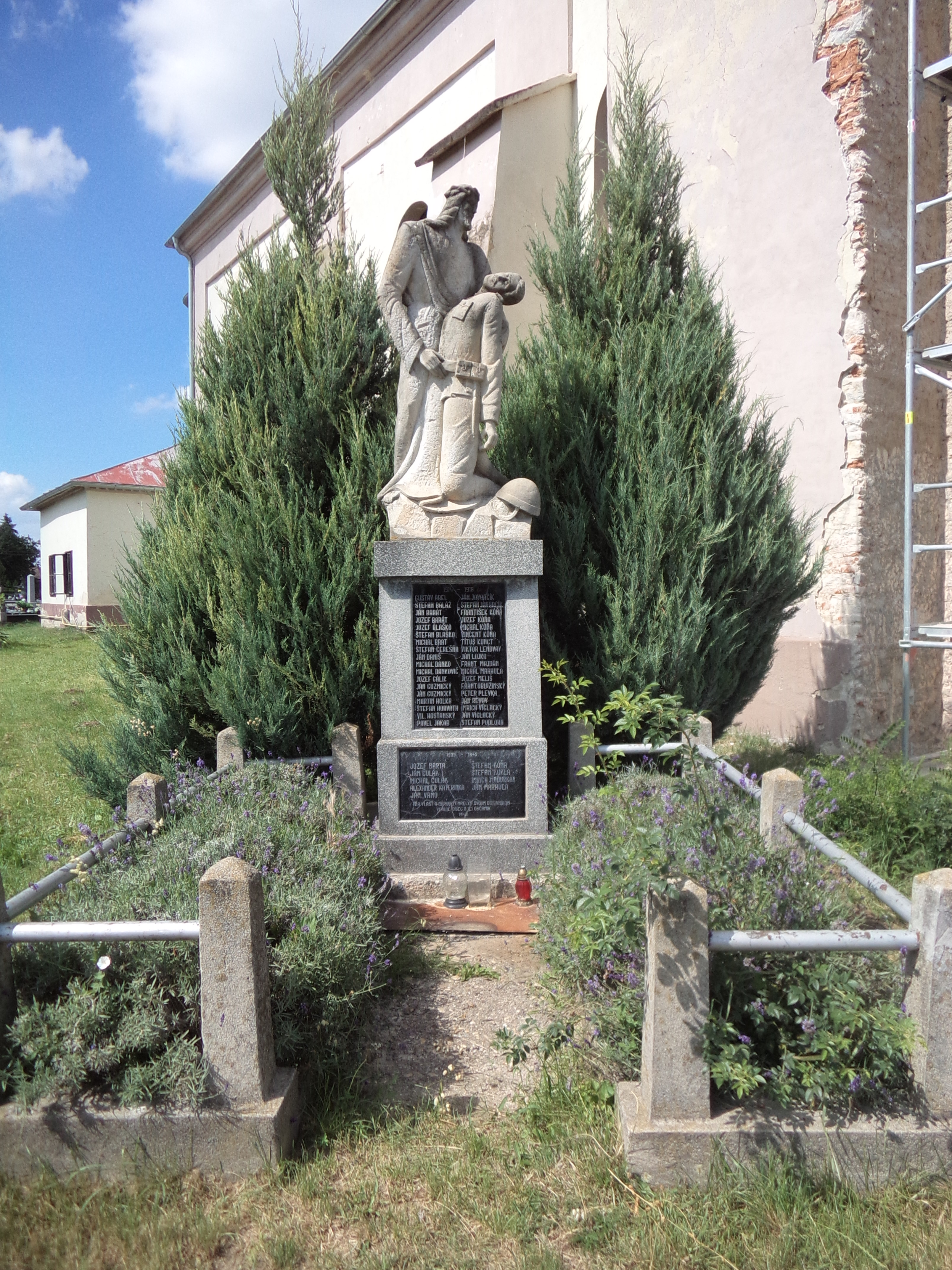
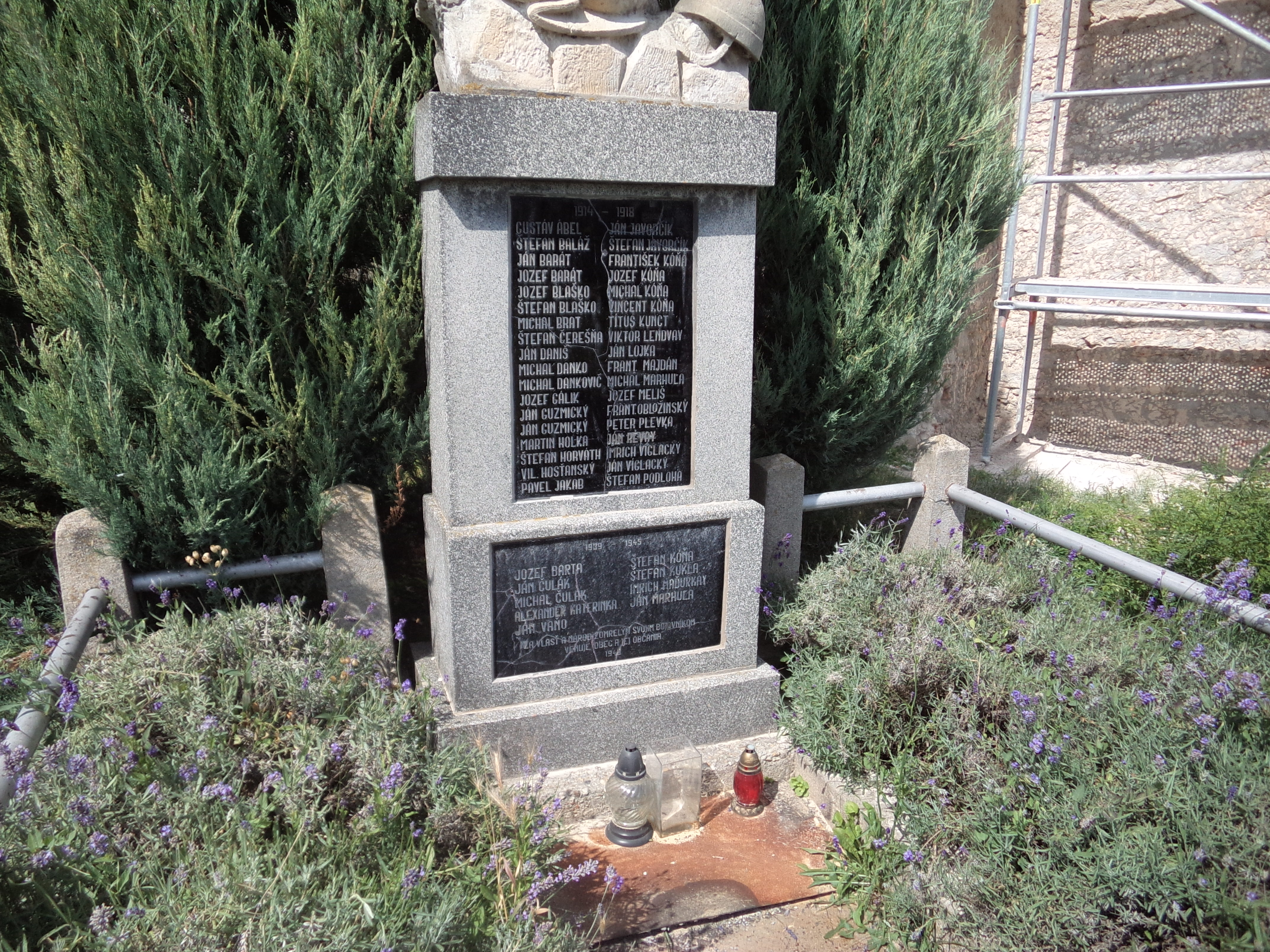

##### Nyitraszőlős

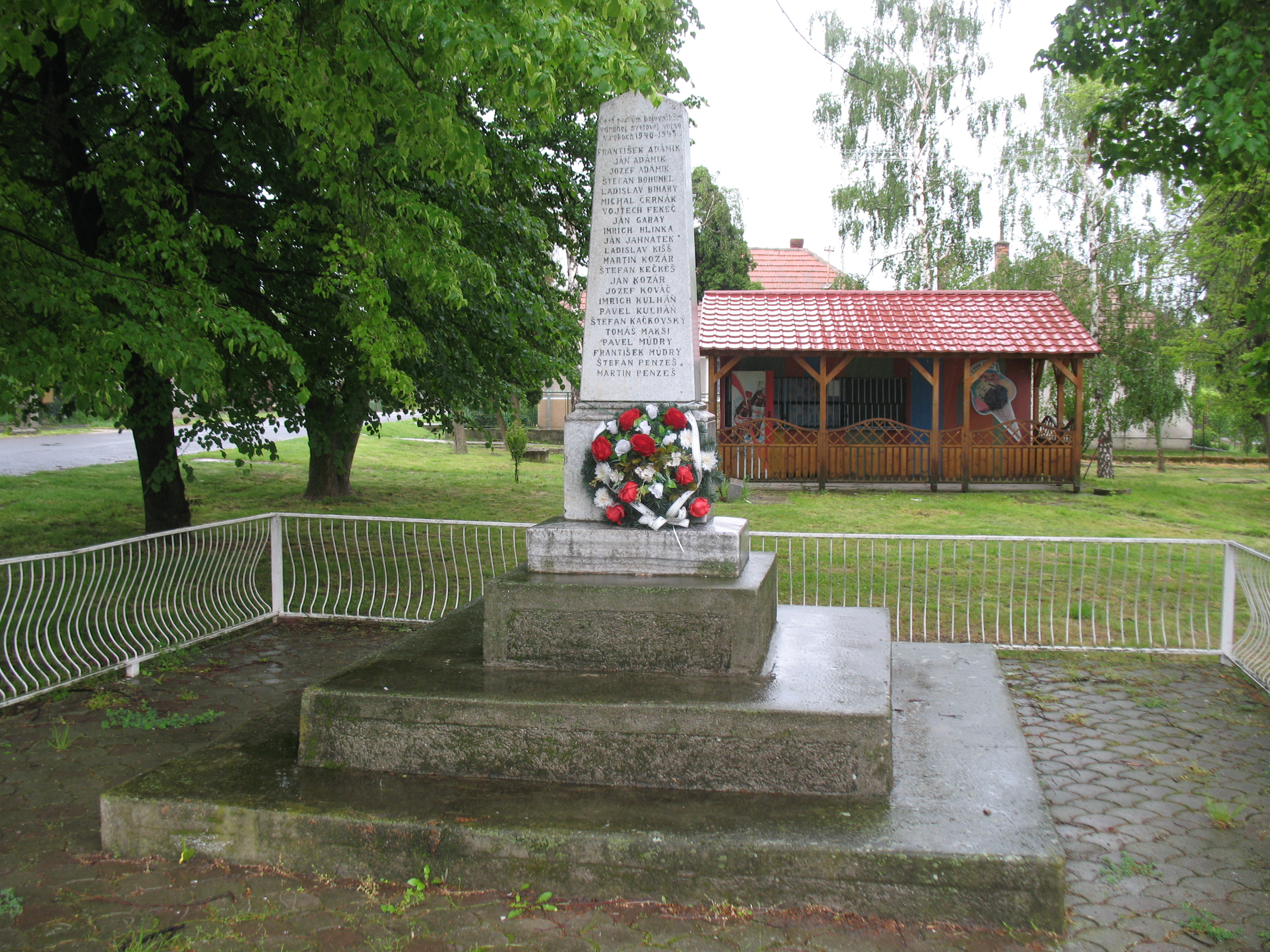
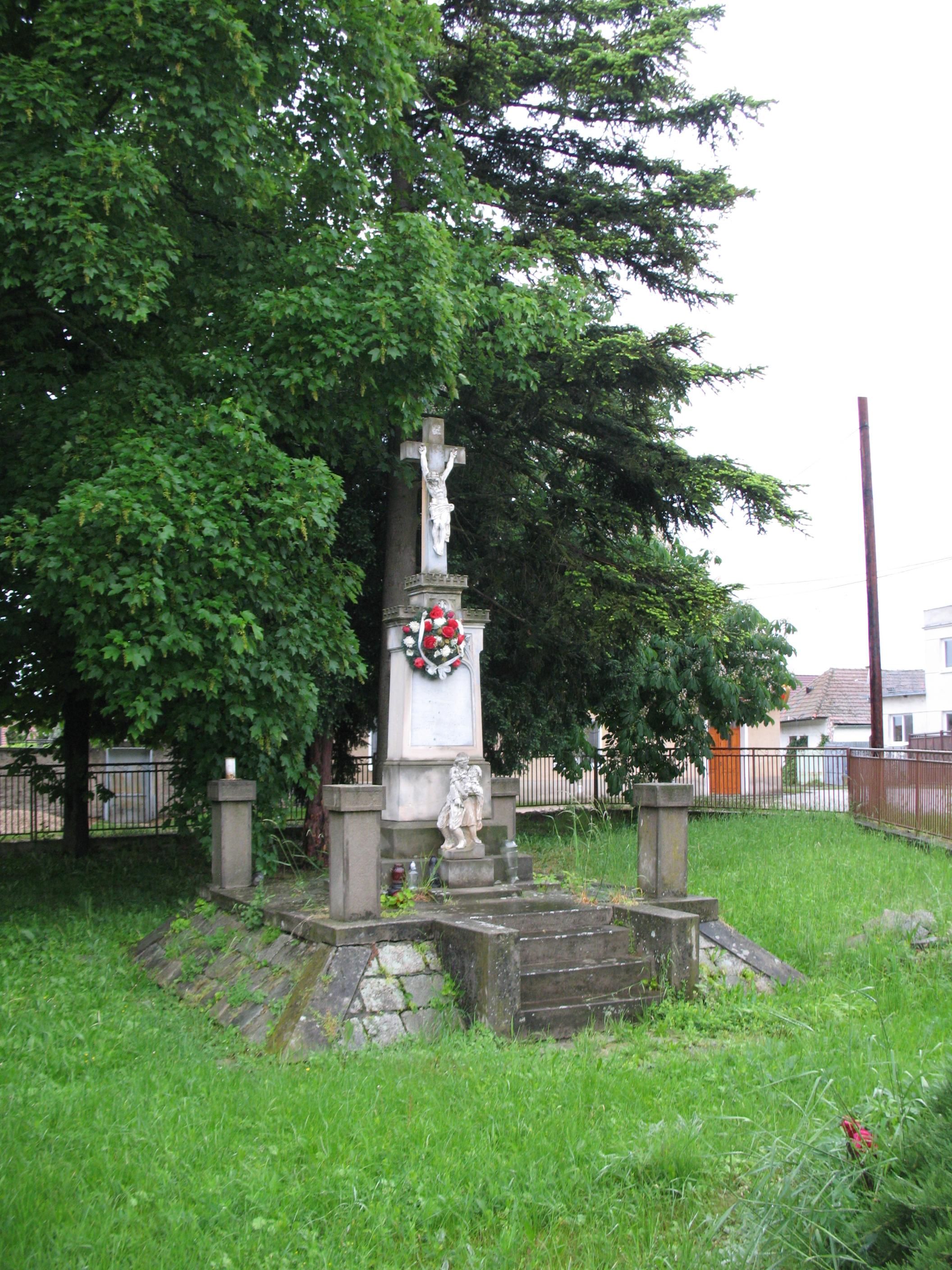
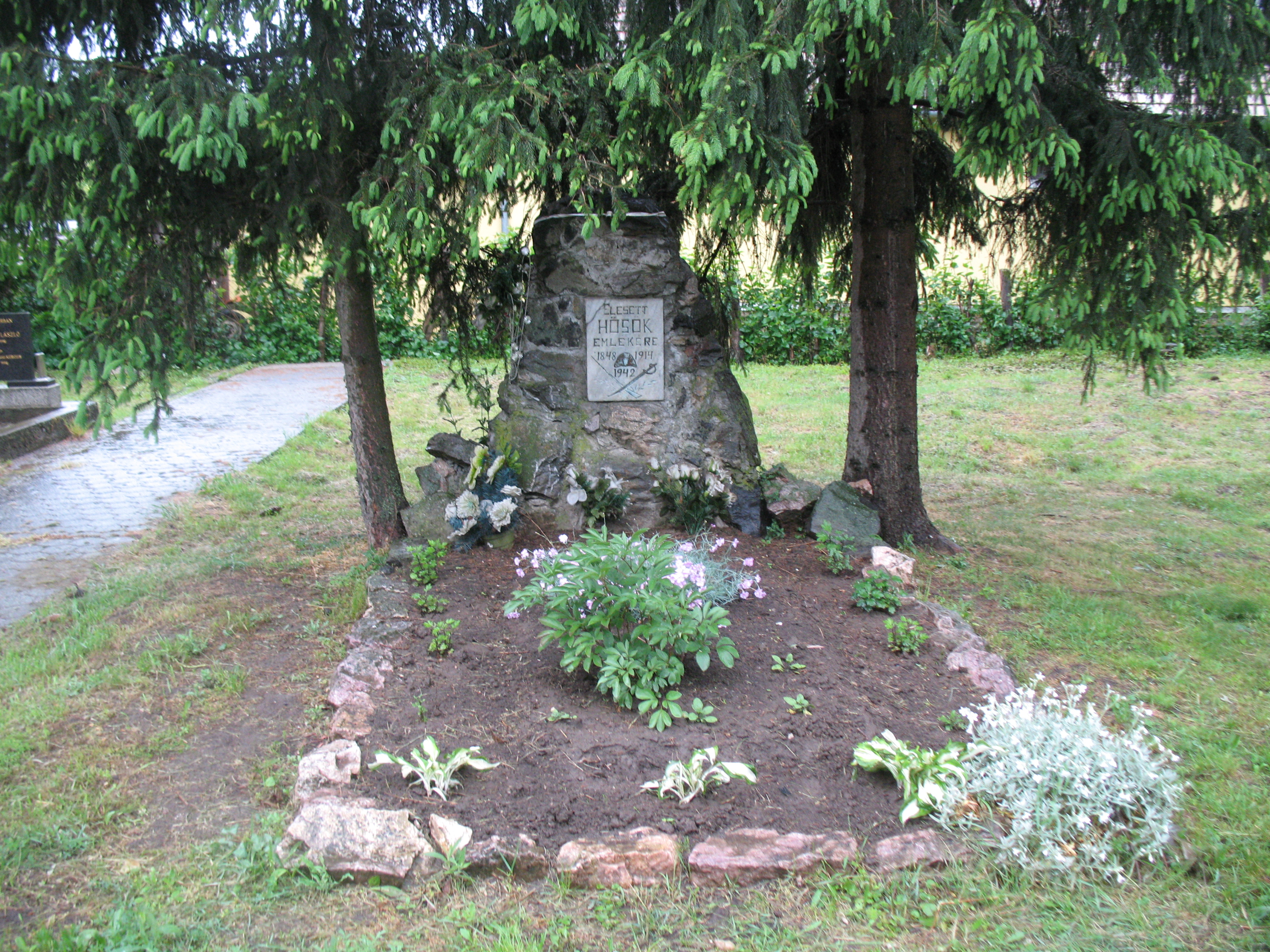
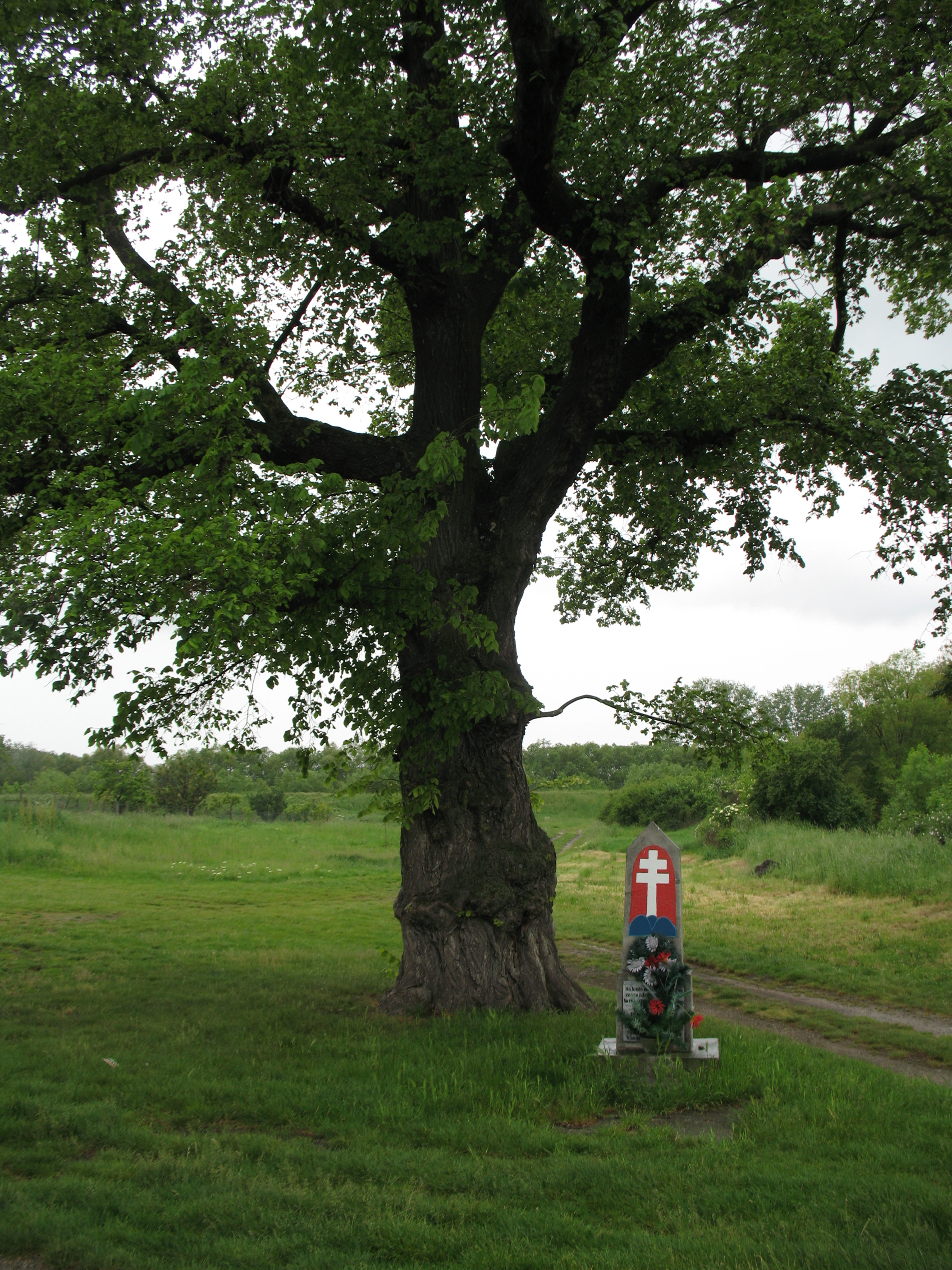

##### Pográny

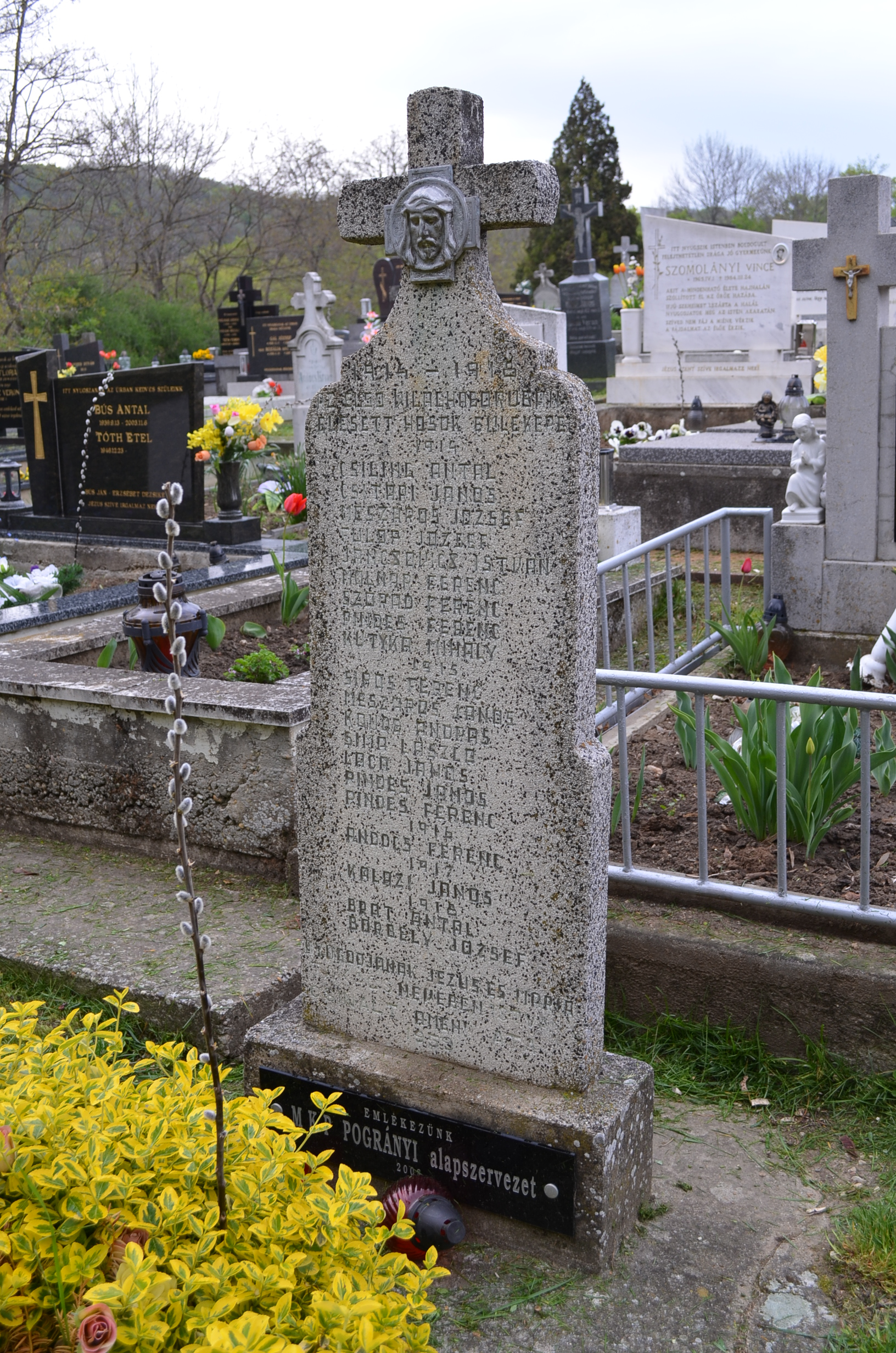
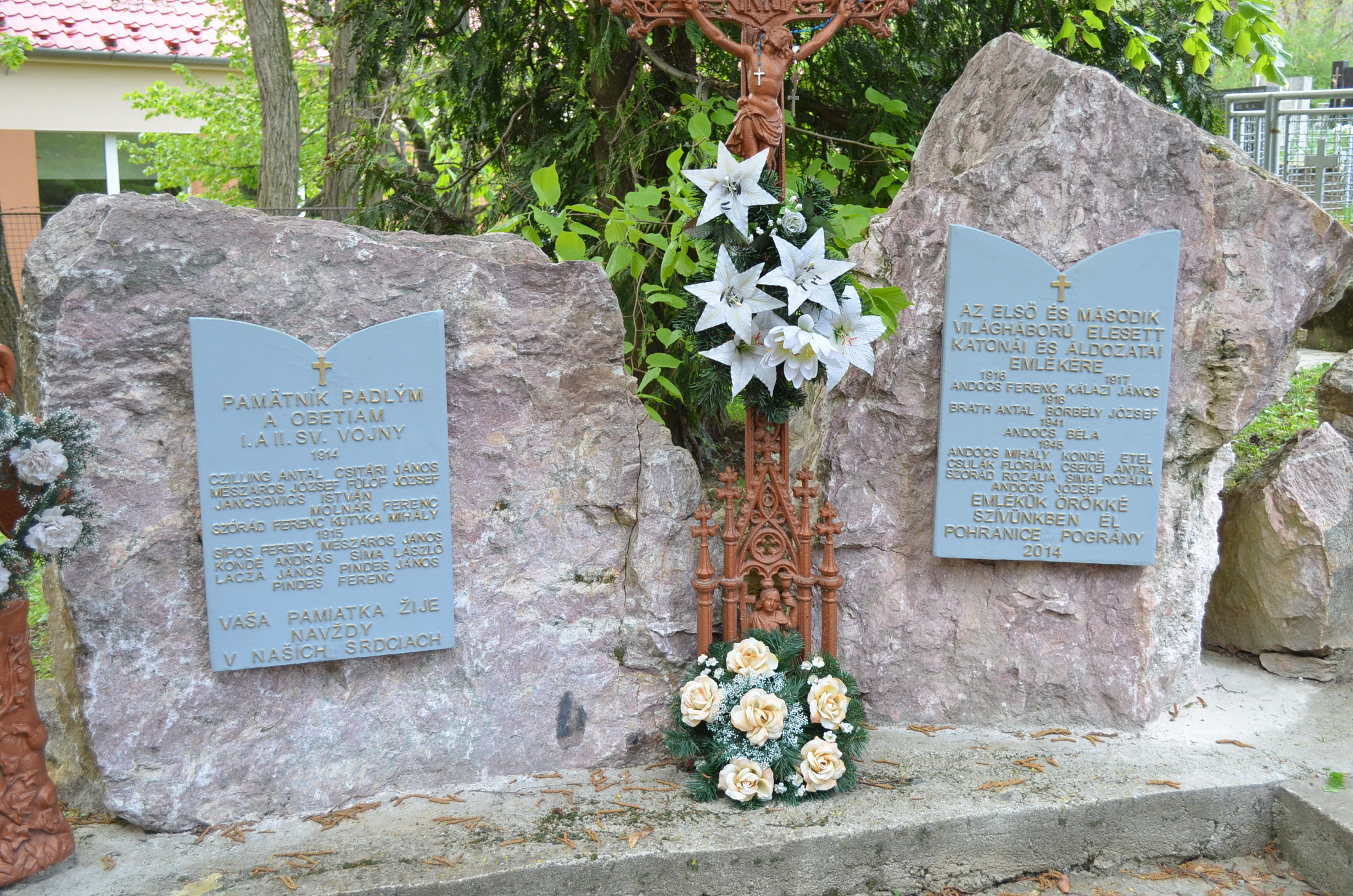

##### Récsény

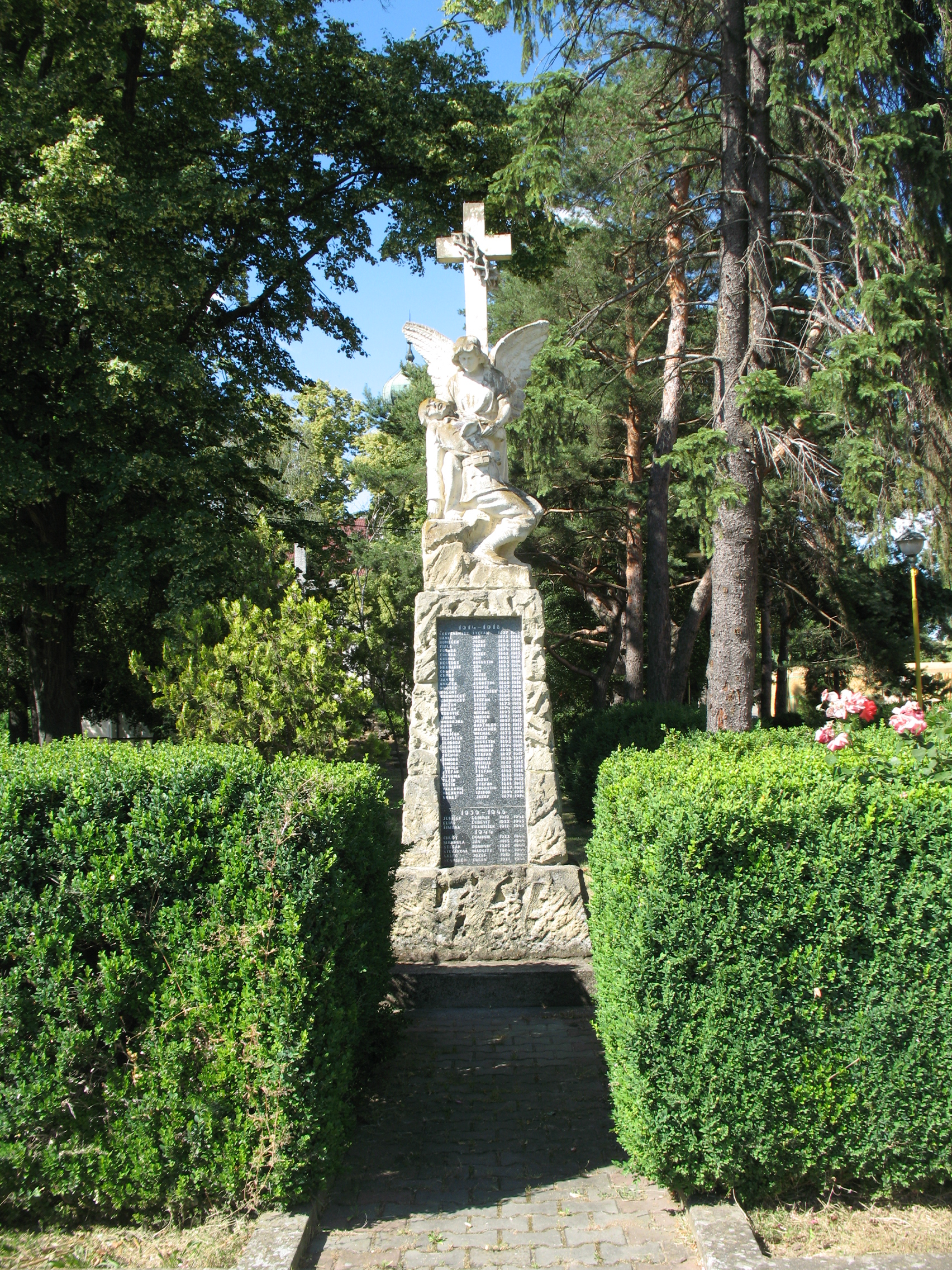
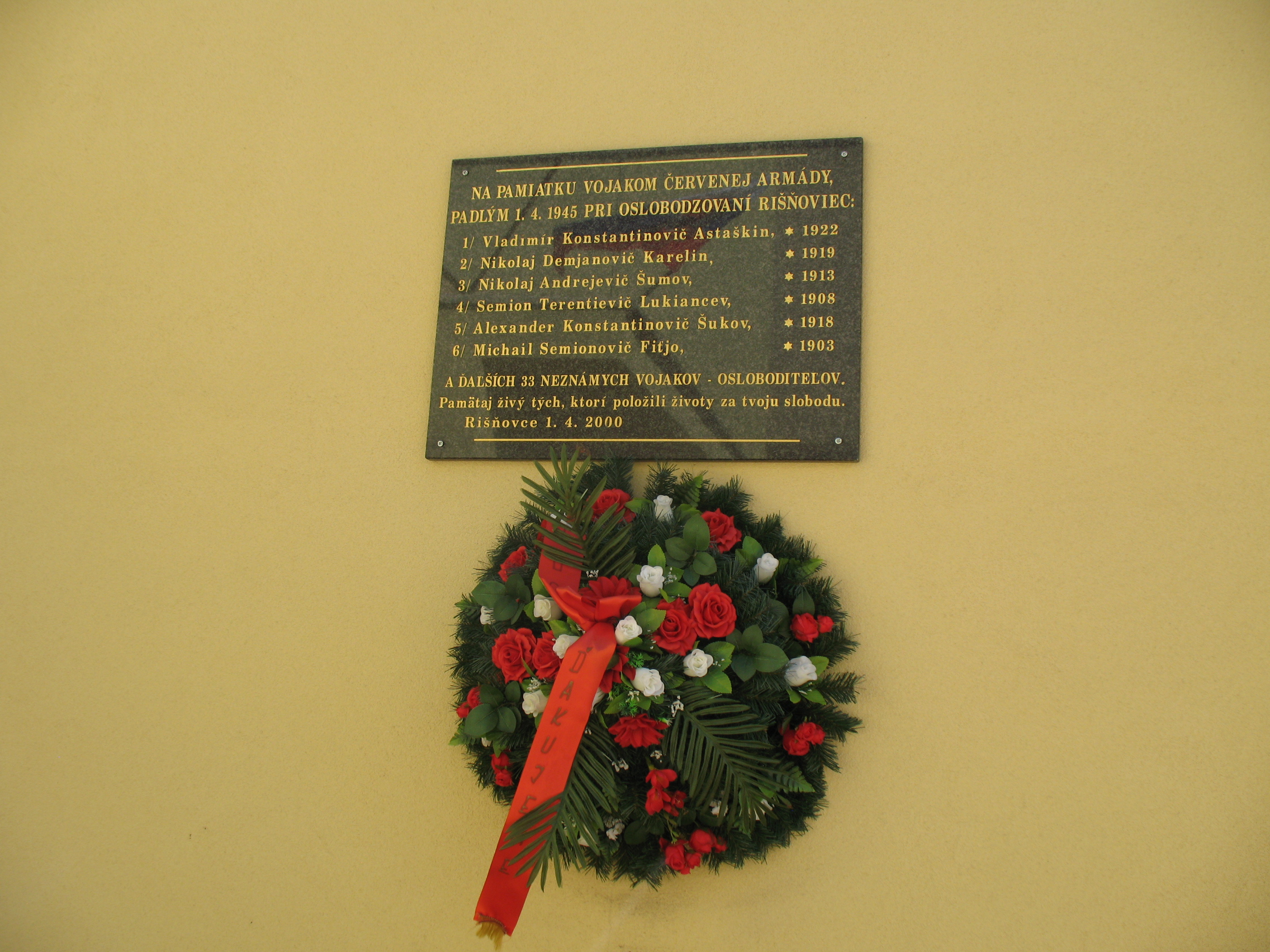

##### Újlacska

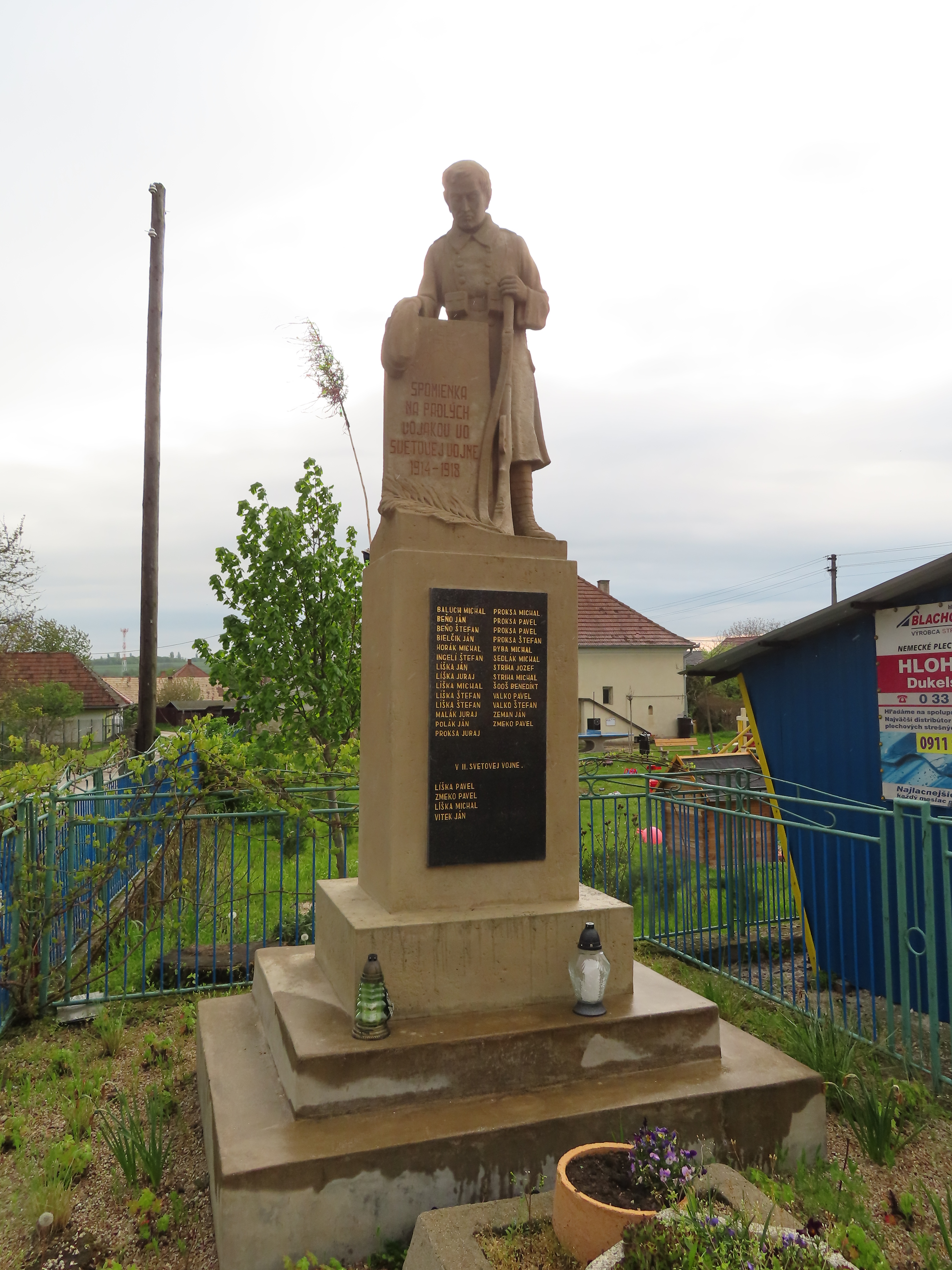

##### Ürmény

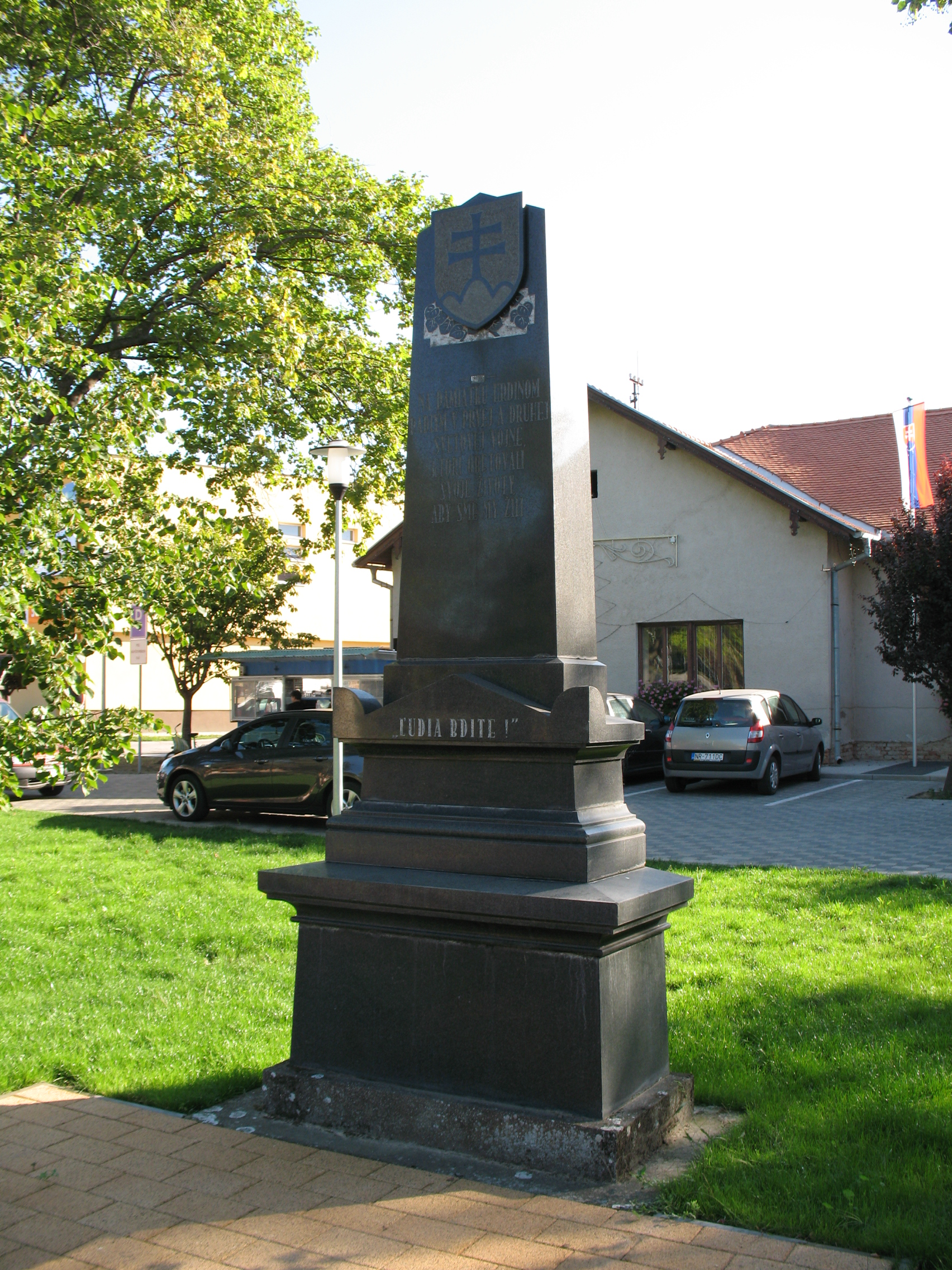

##### Vajkmártonfalva

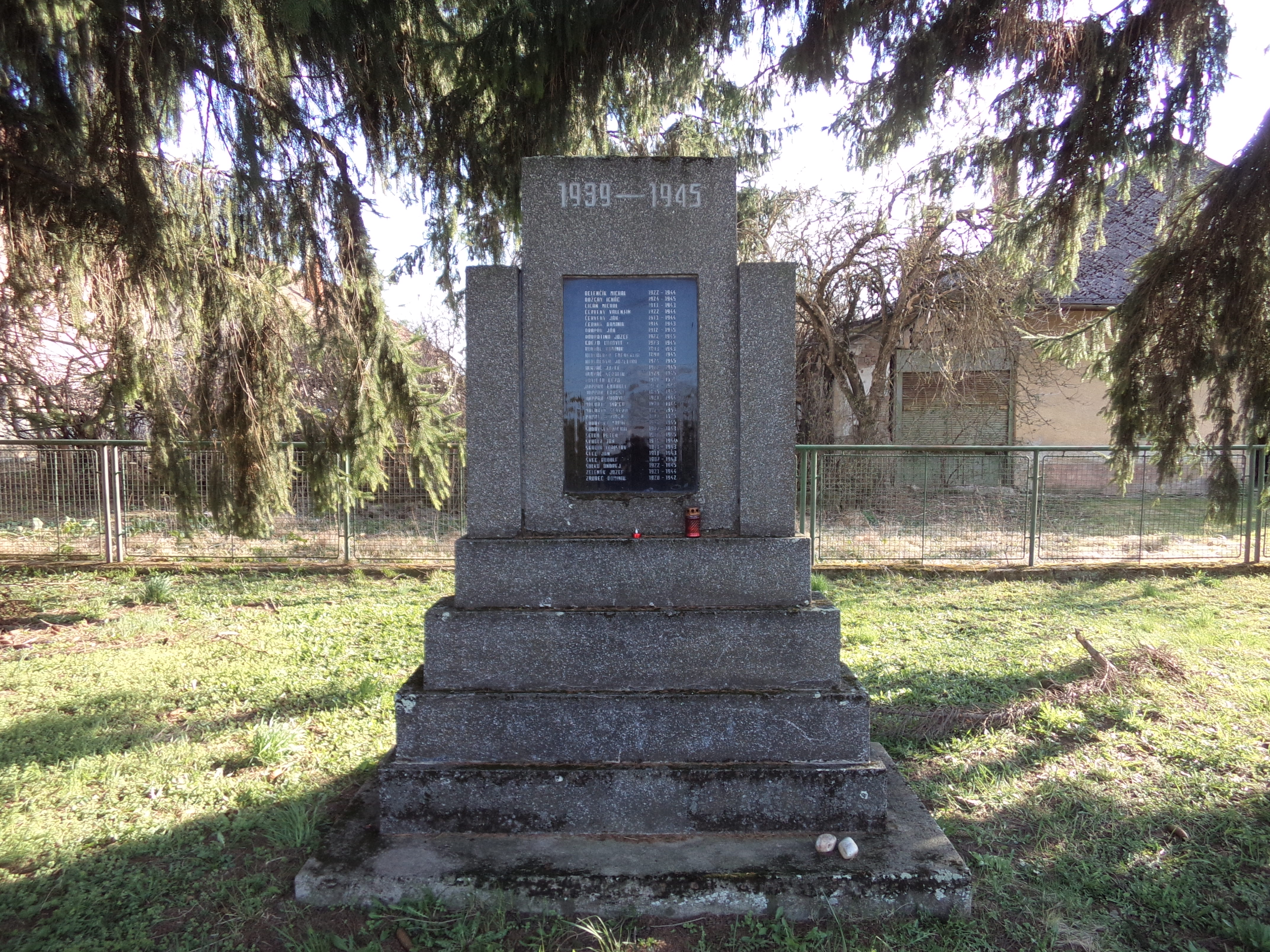
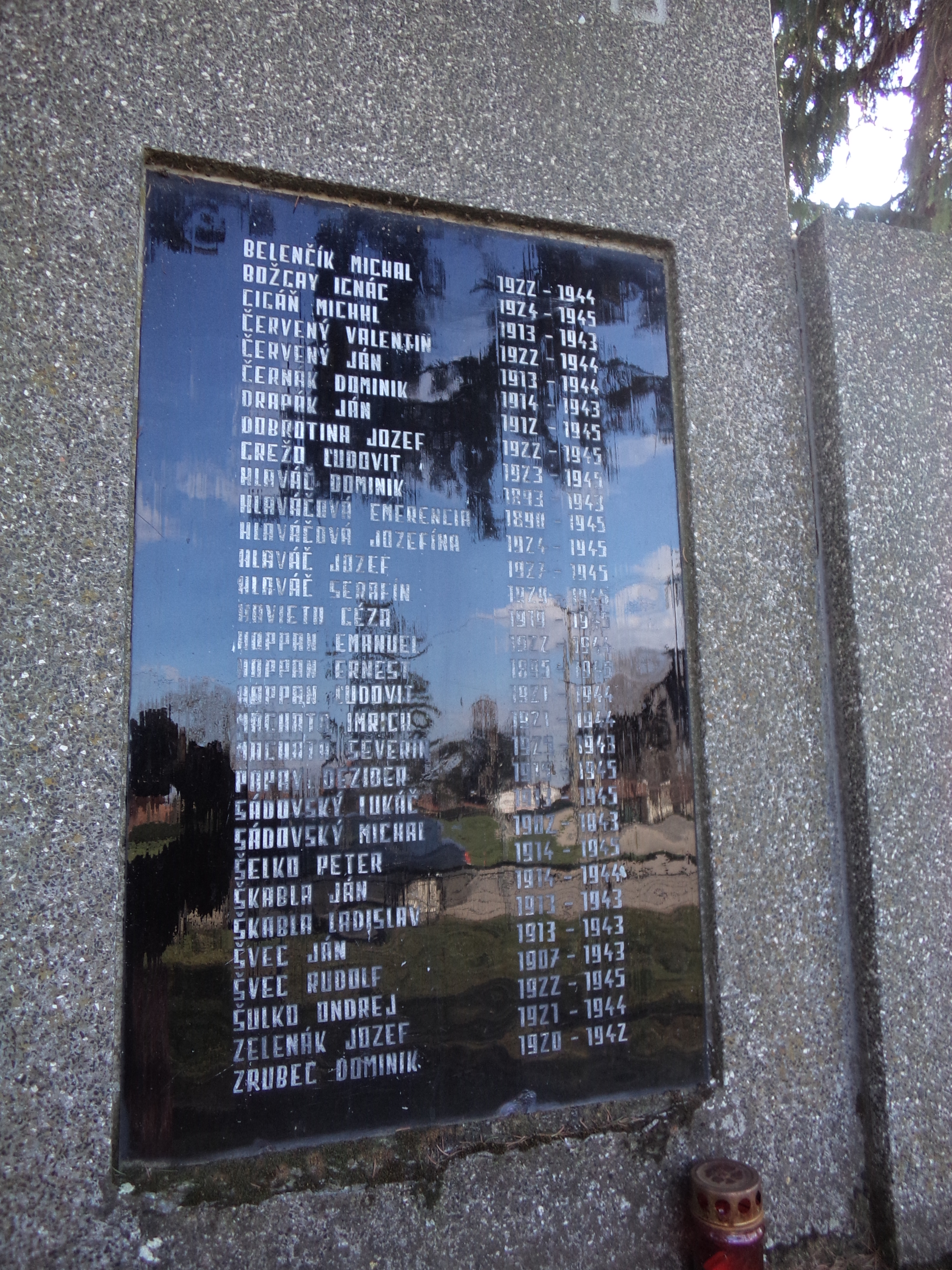
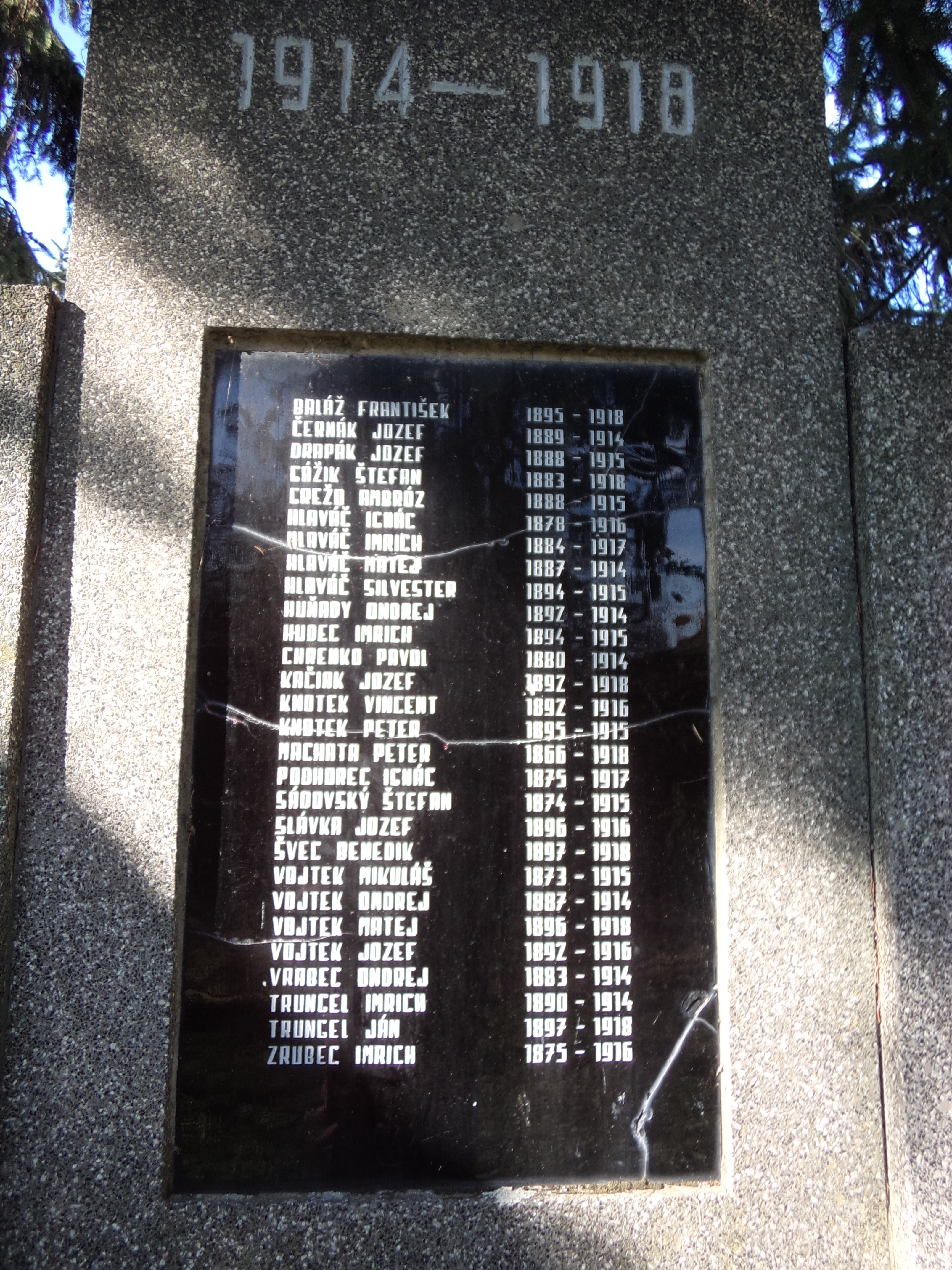
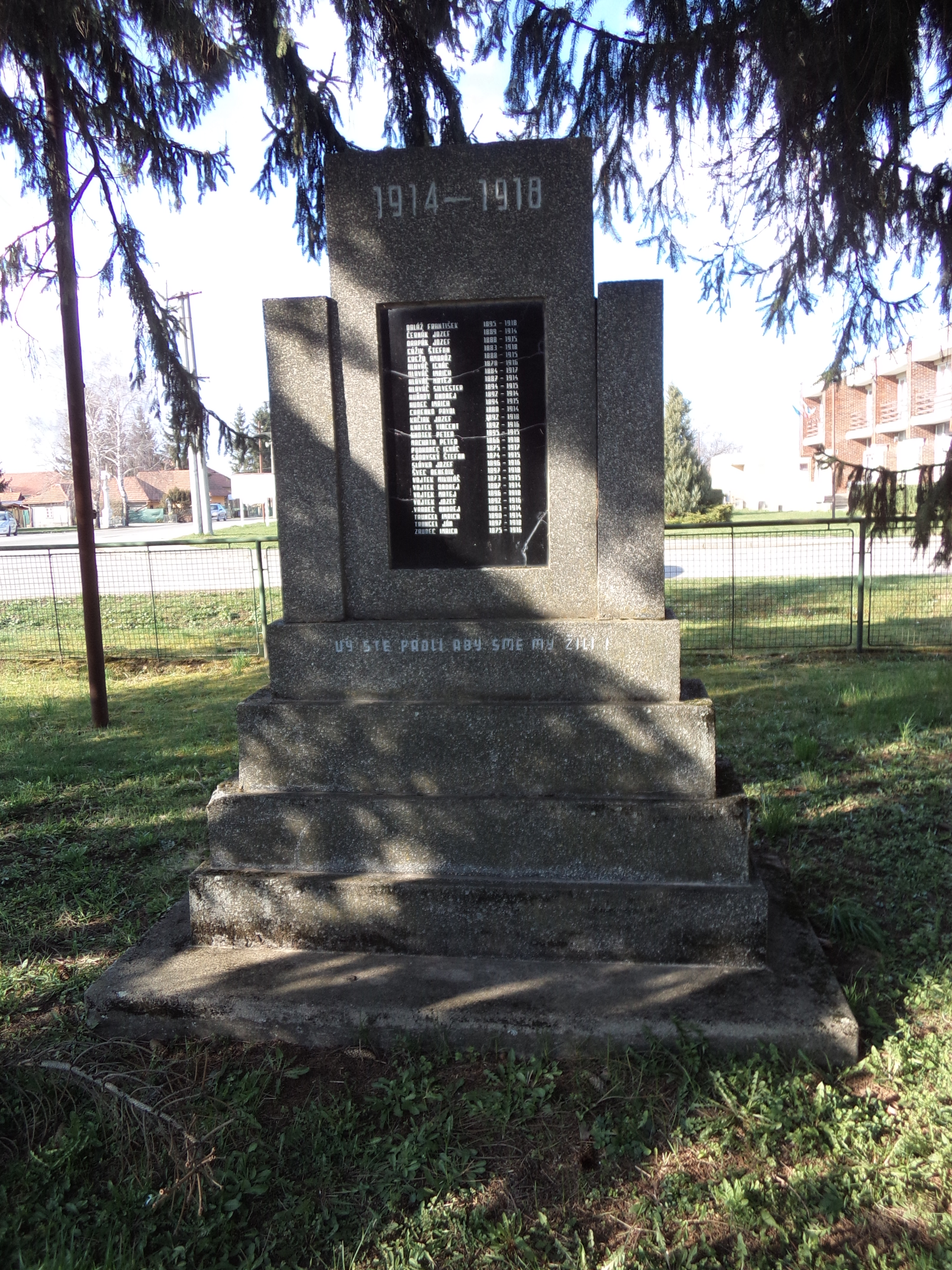

##### Vicsápapáti

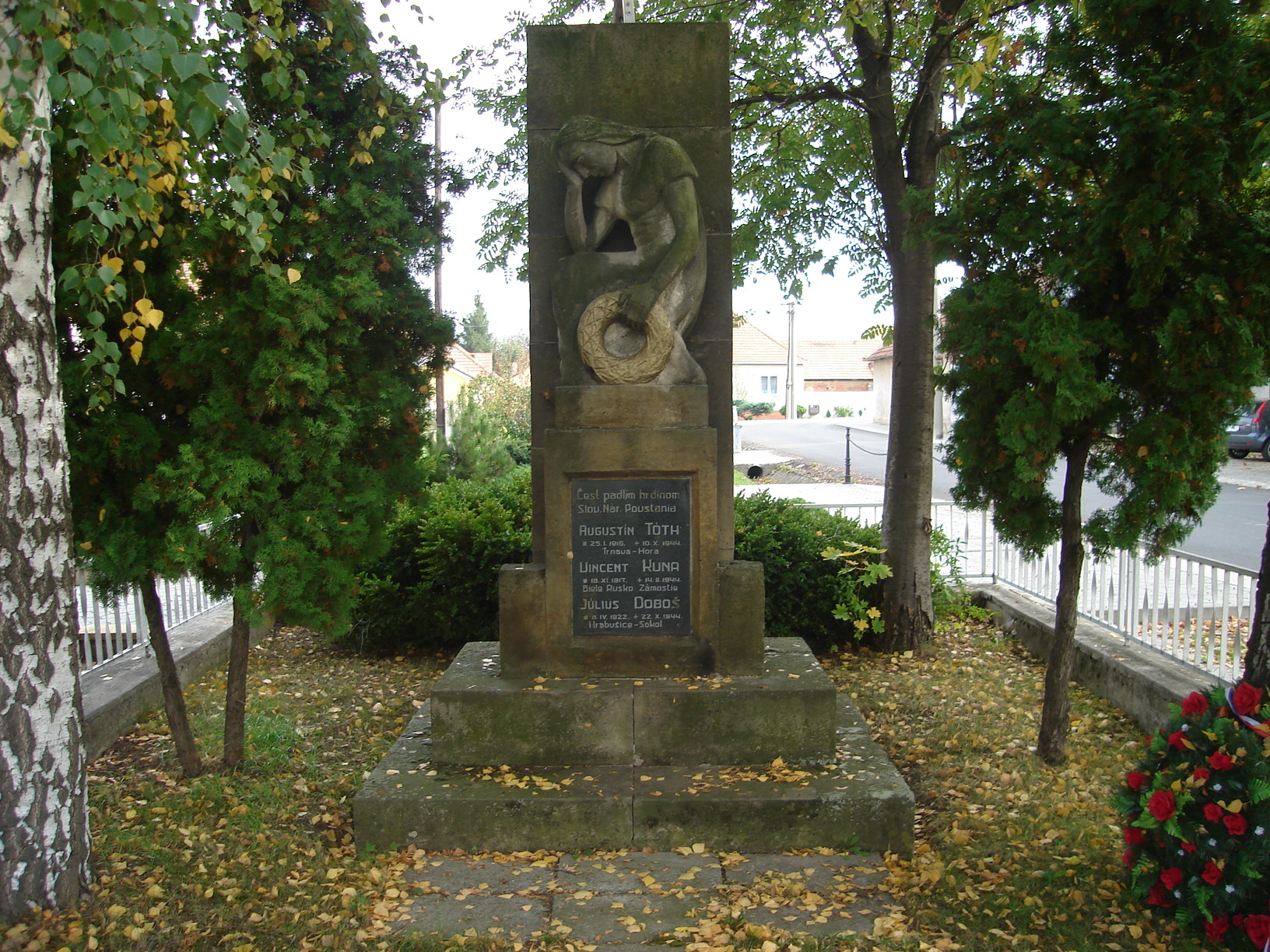

##### Zsitvaújfalu

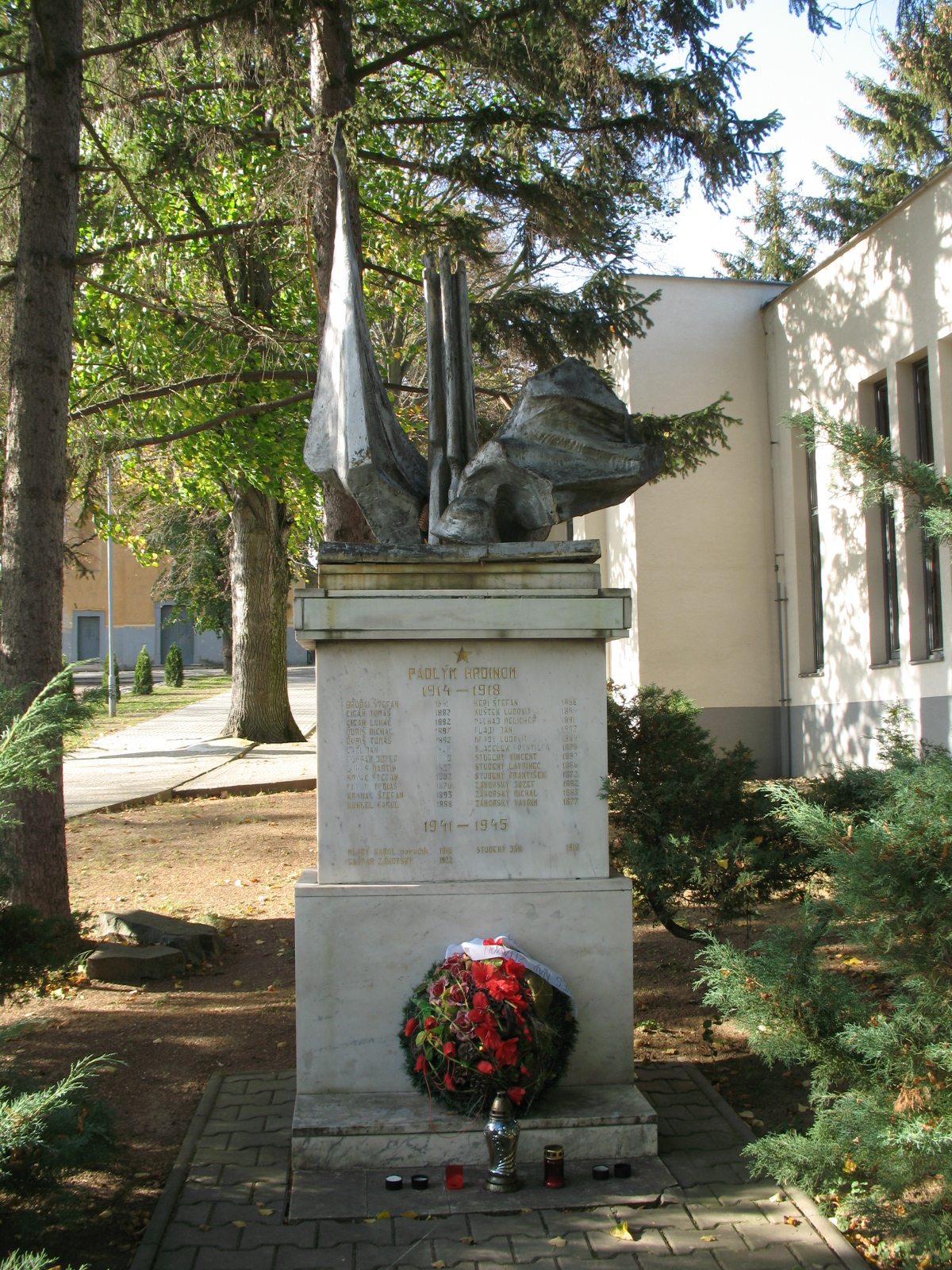
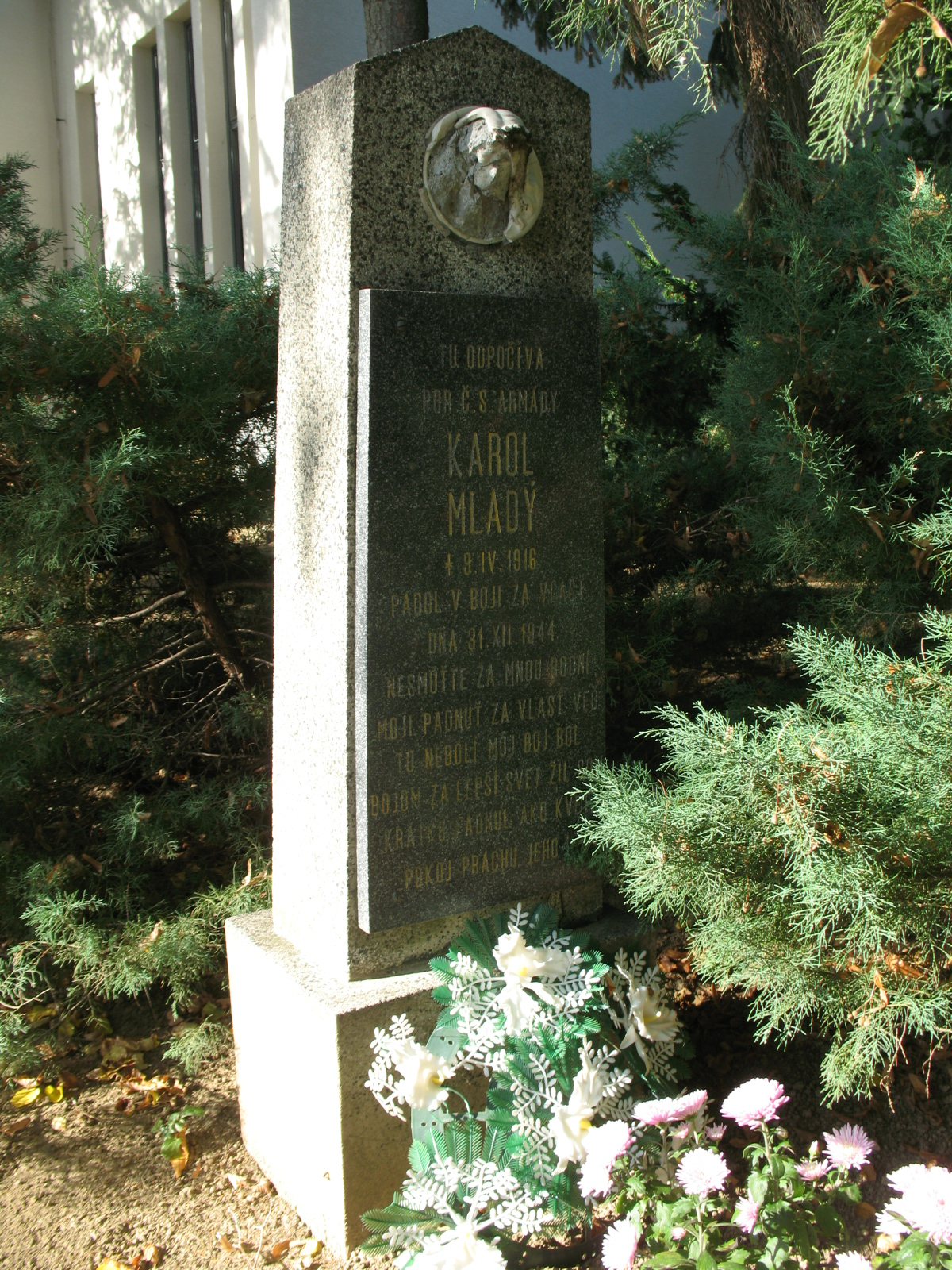

##### Pered

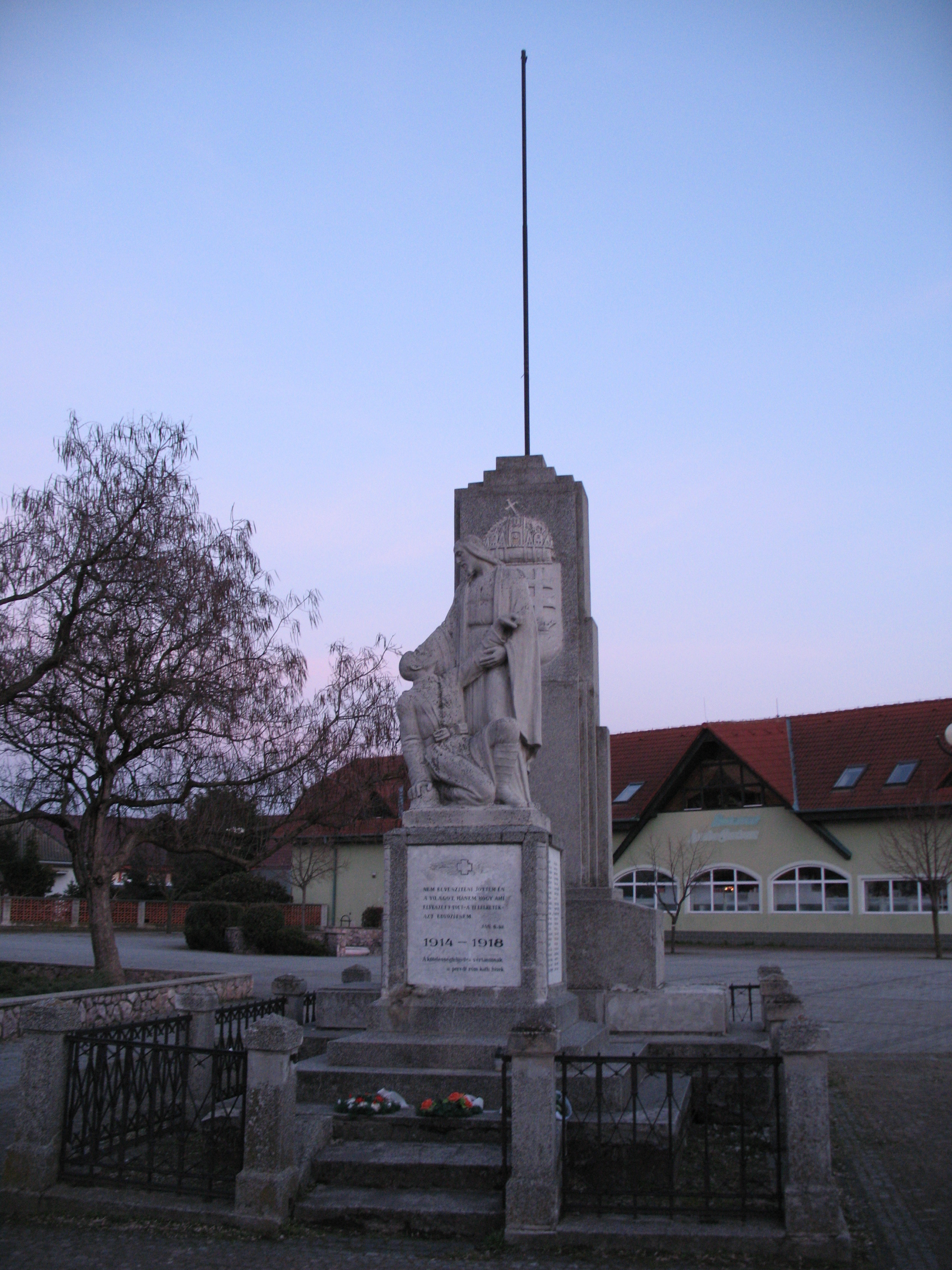

##### Verebély

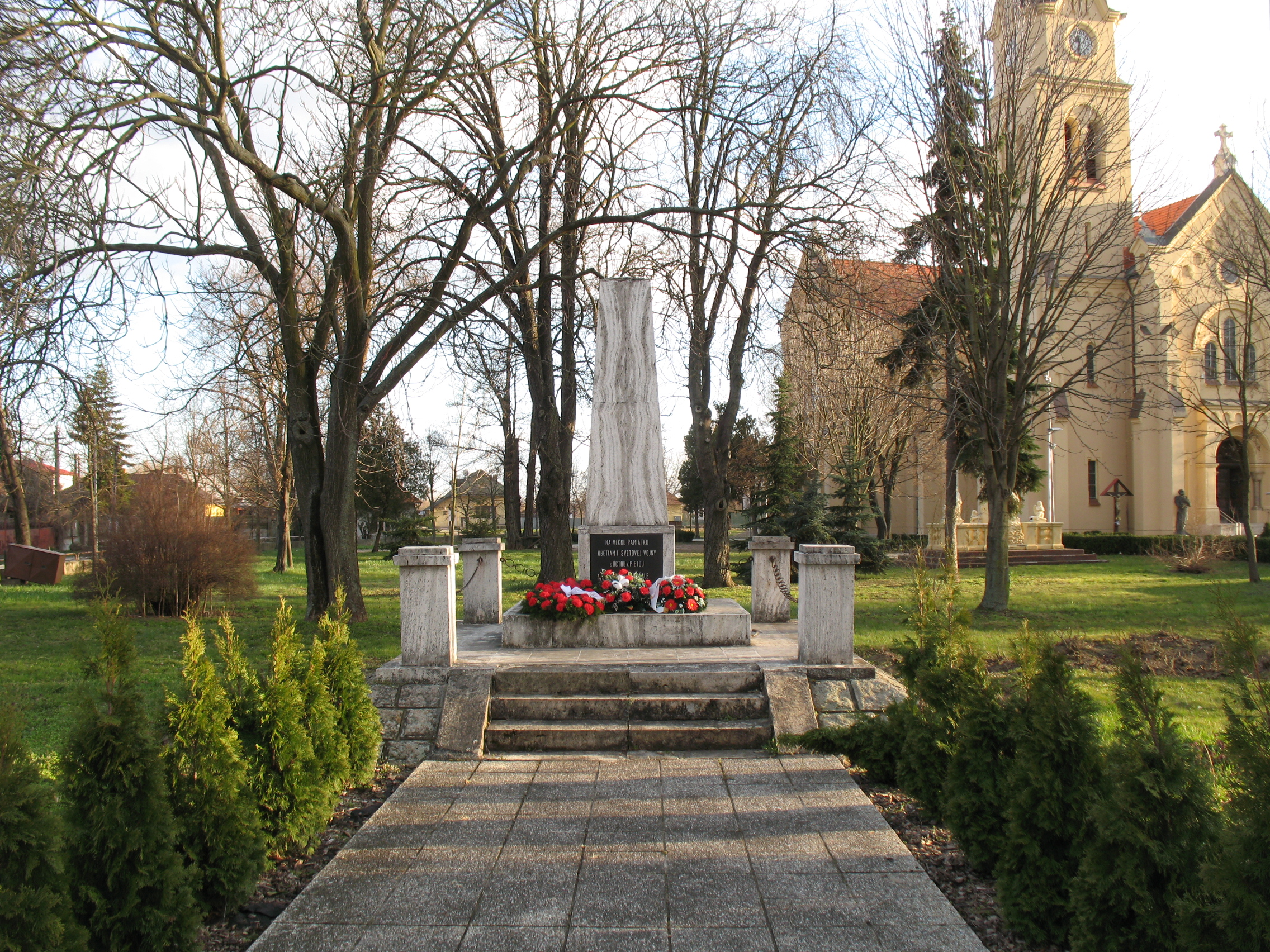
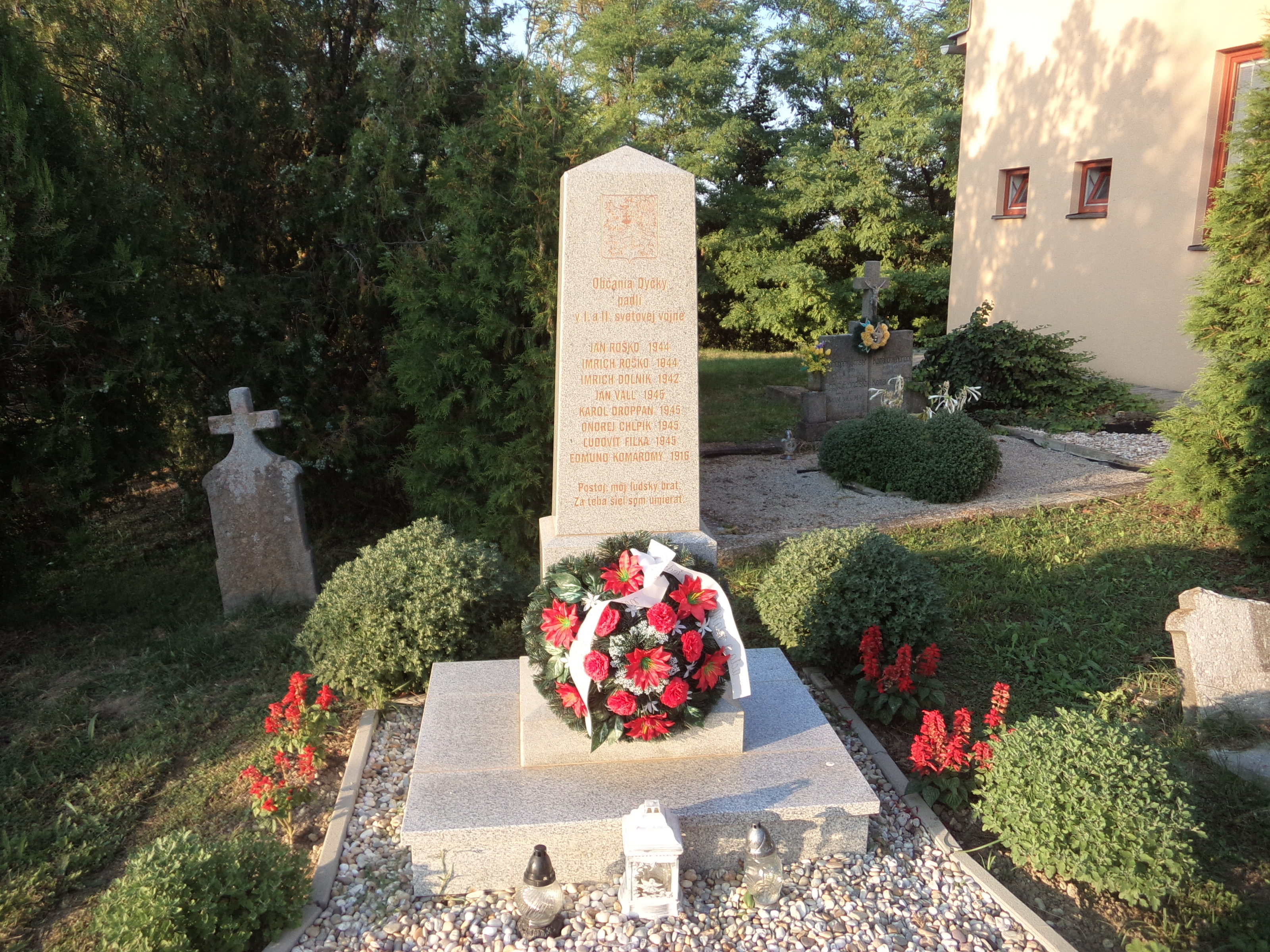
Nemesdicske
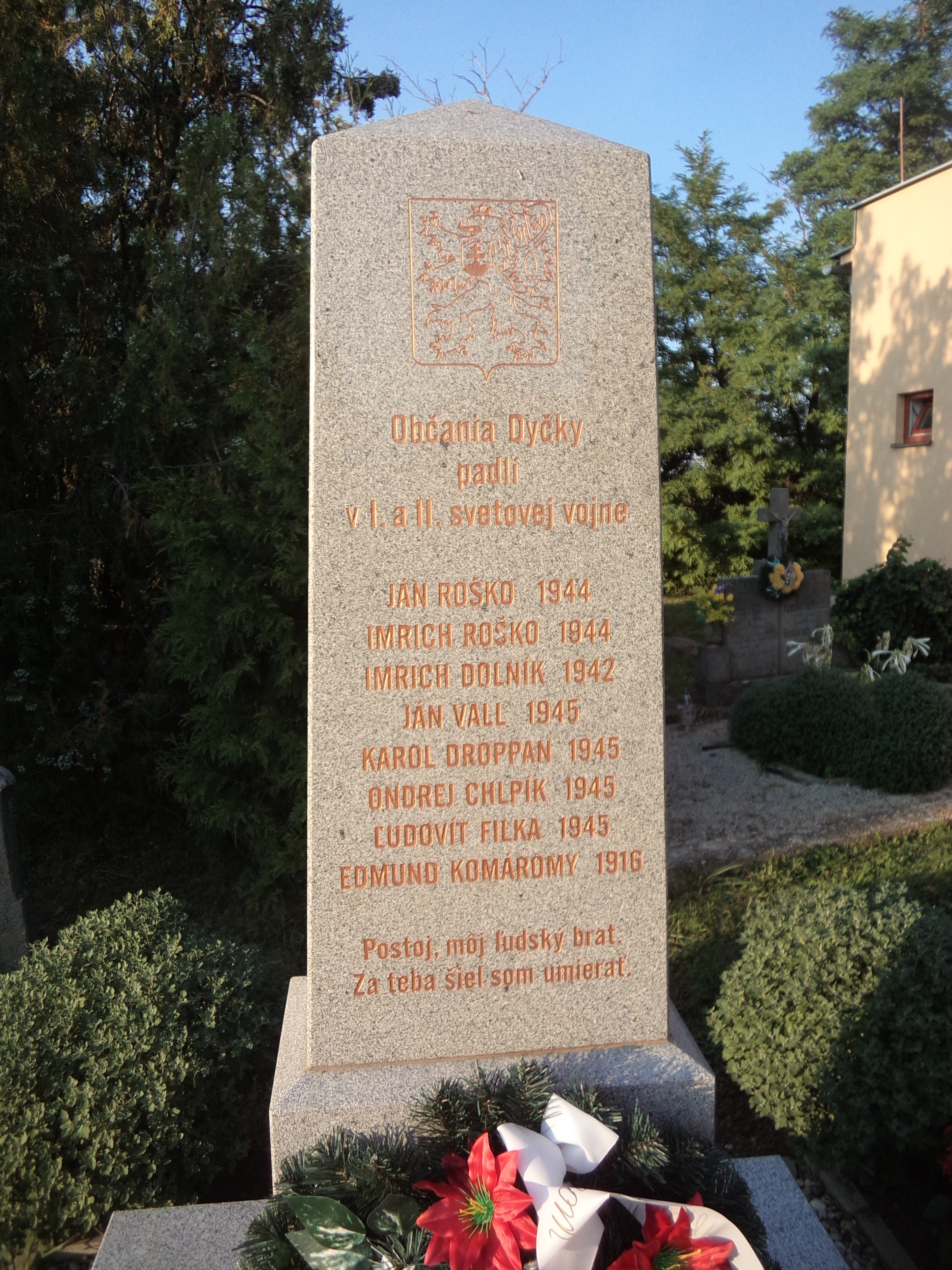

#### Vágsellyei járás

##### Deáki

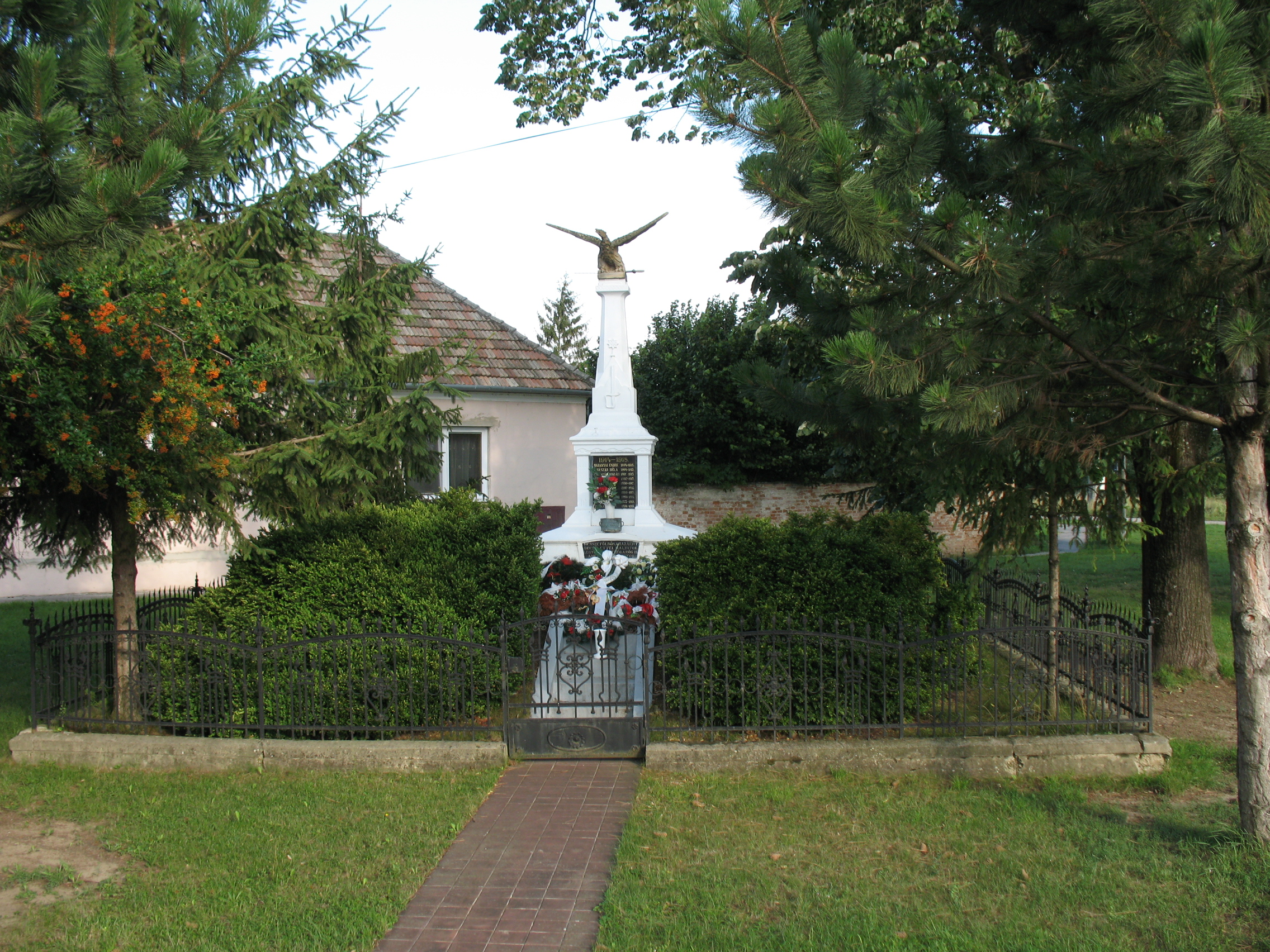
I. világháborús emlékmű
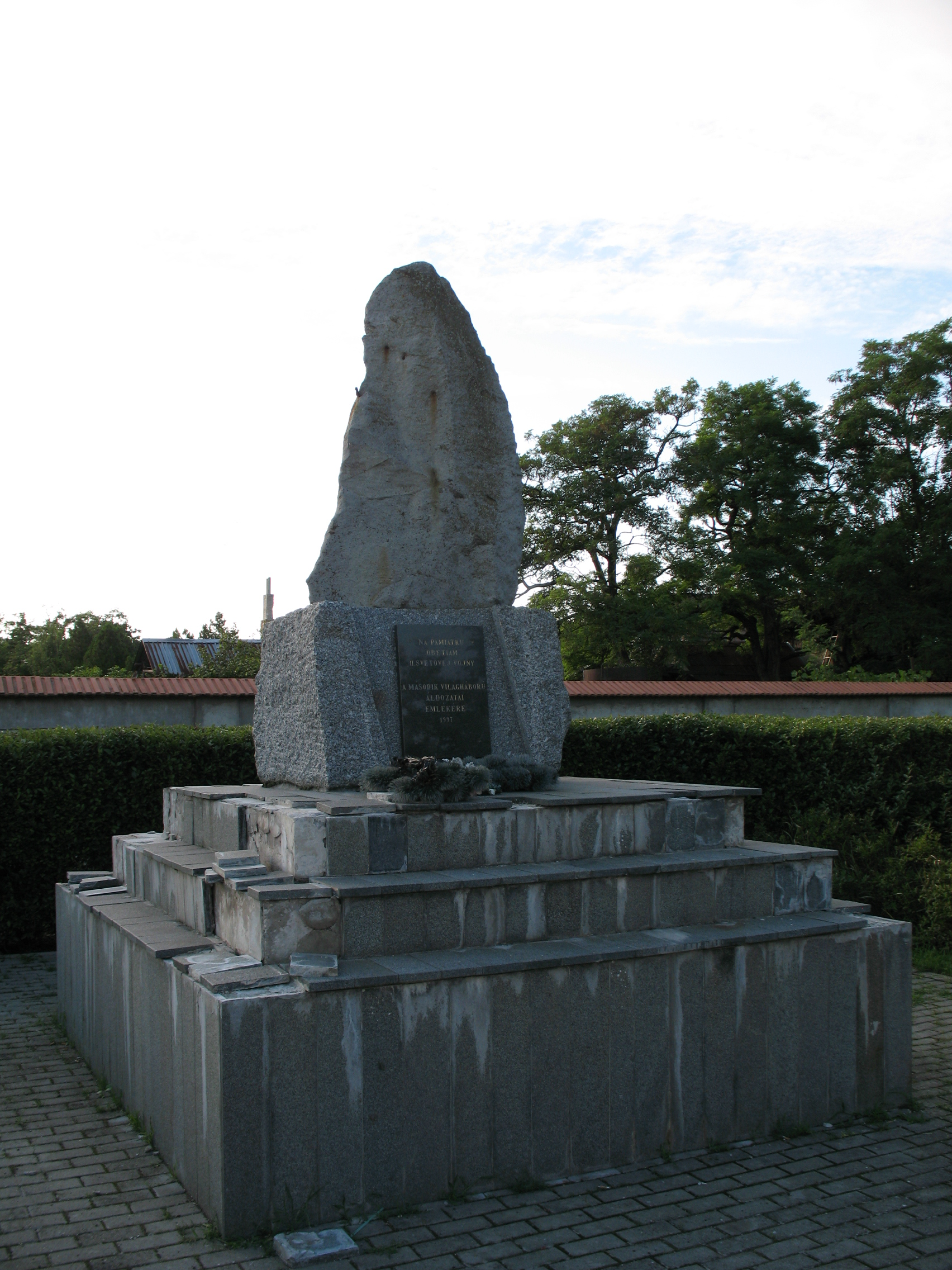
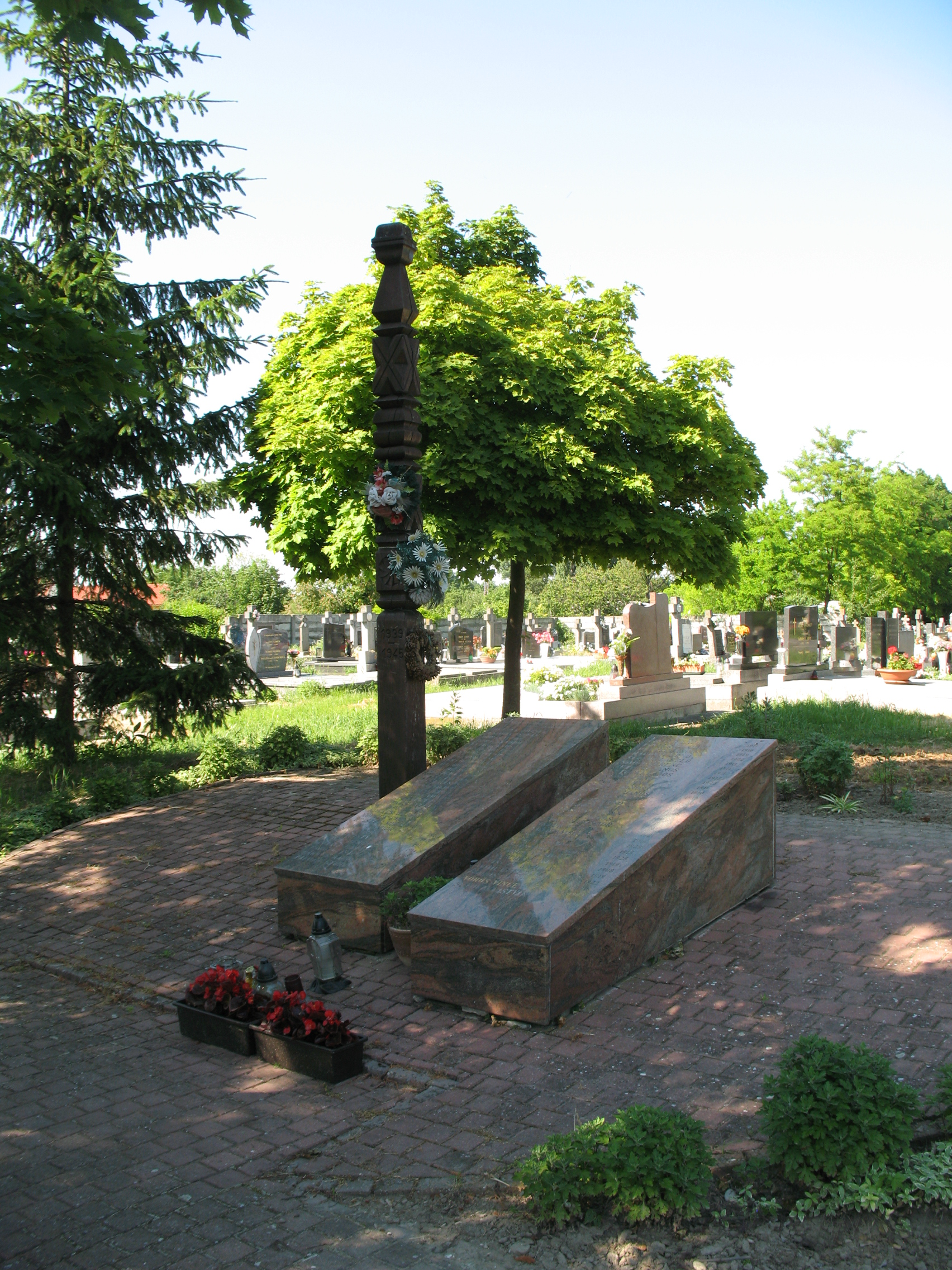
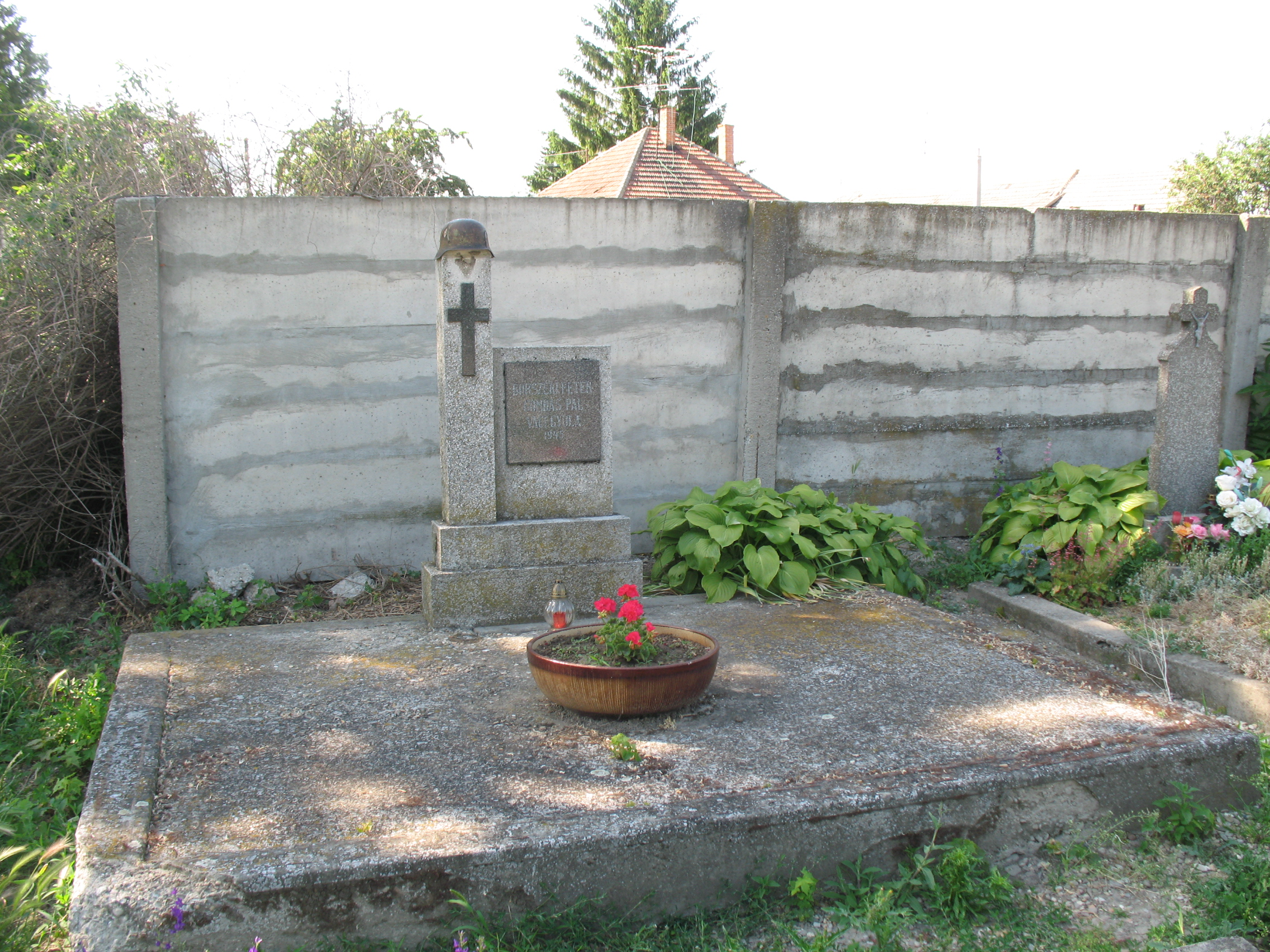
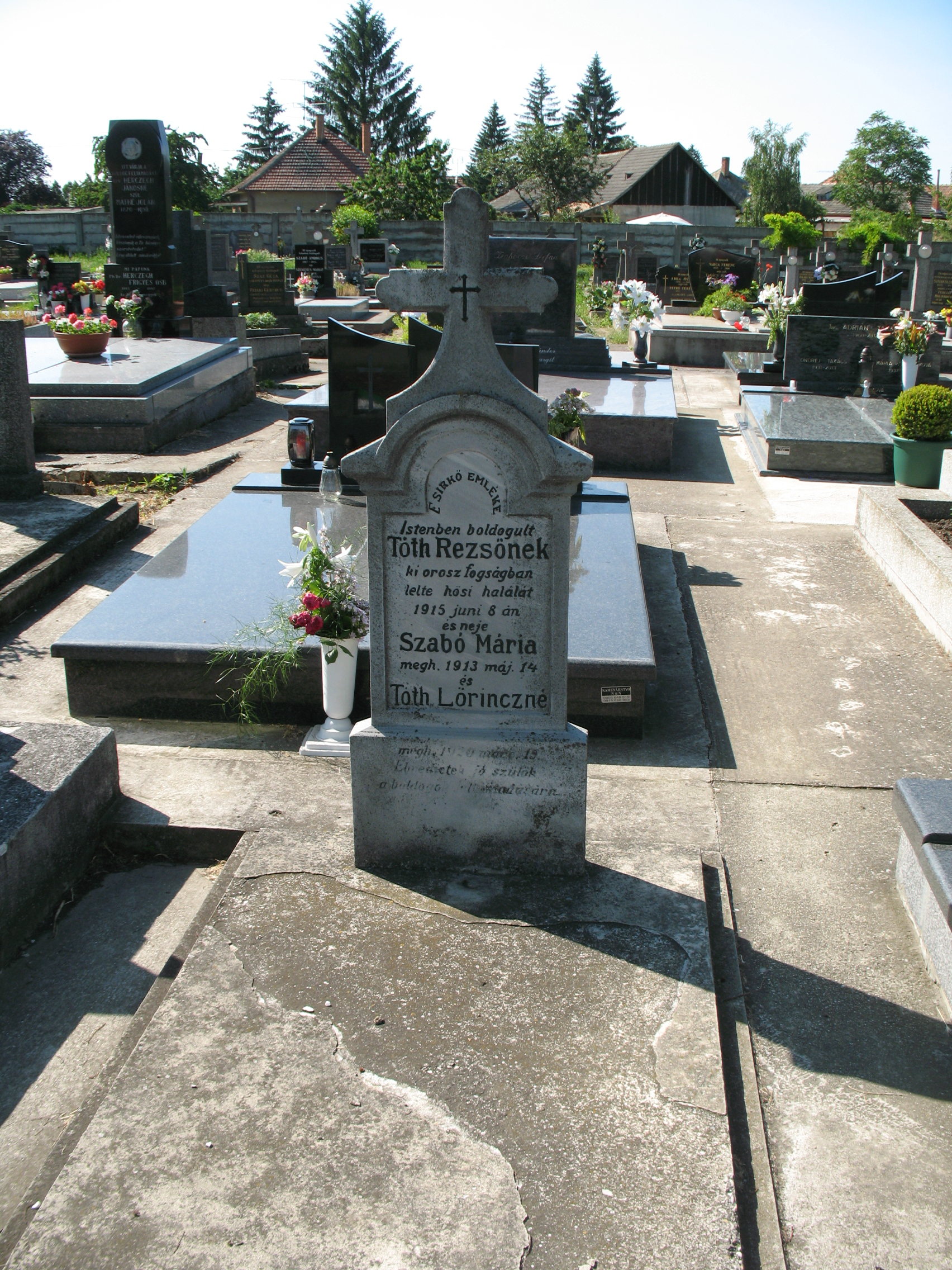

##### Negyed

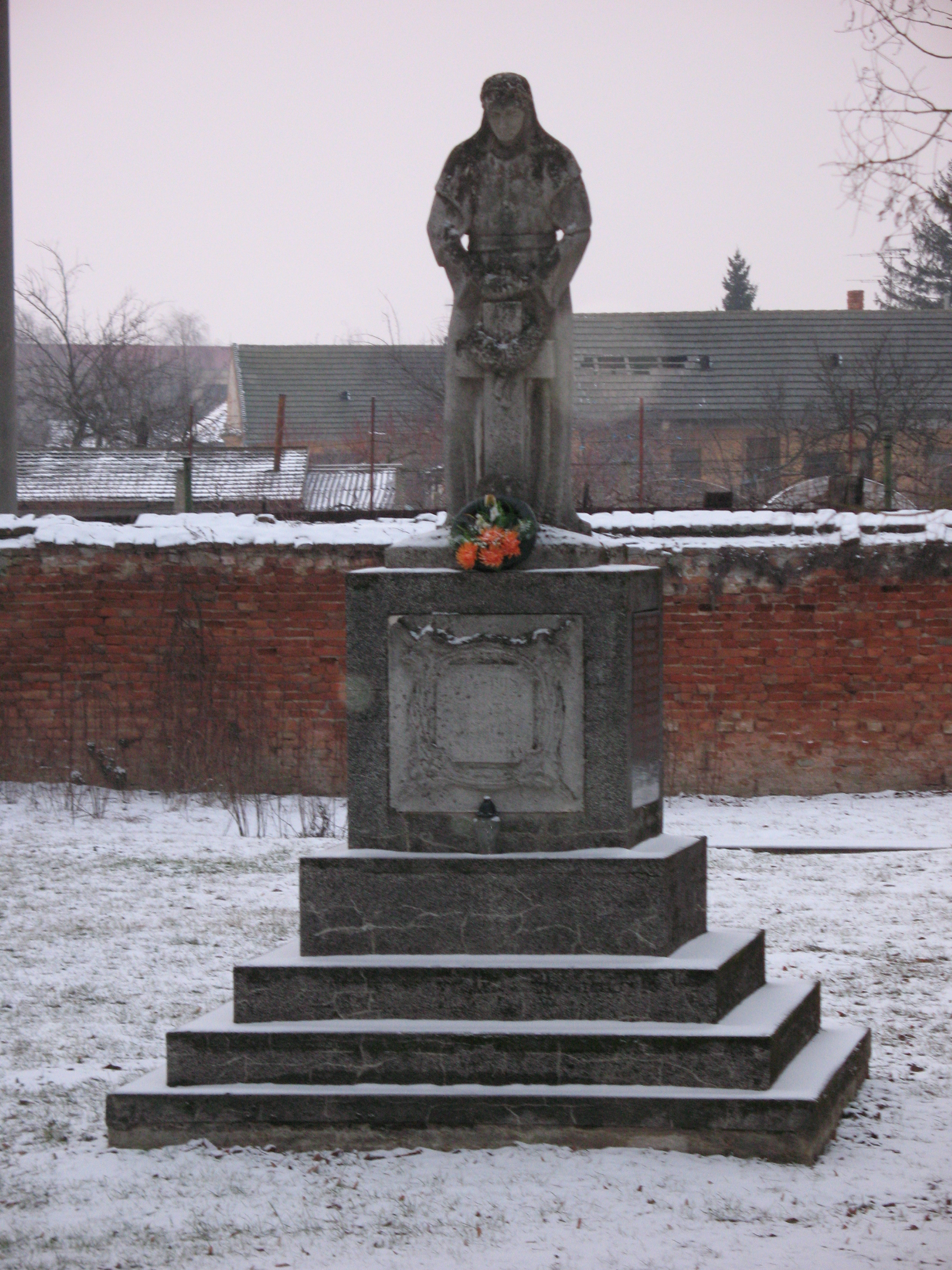
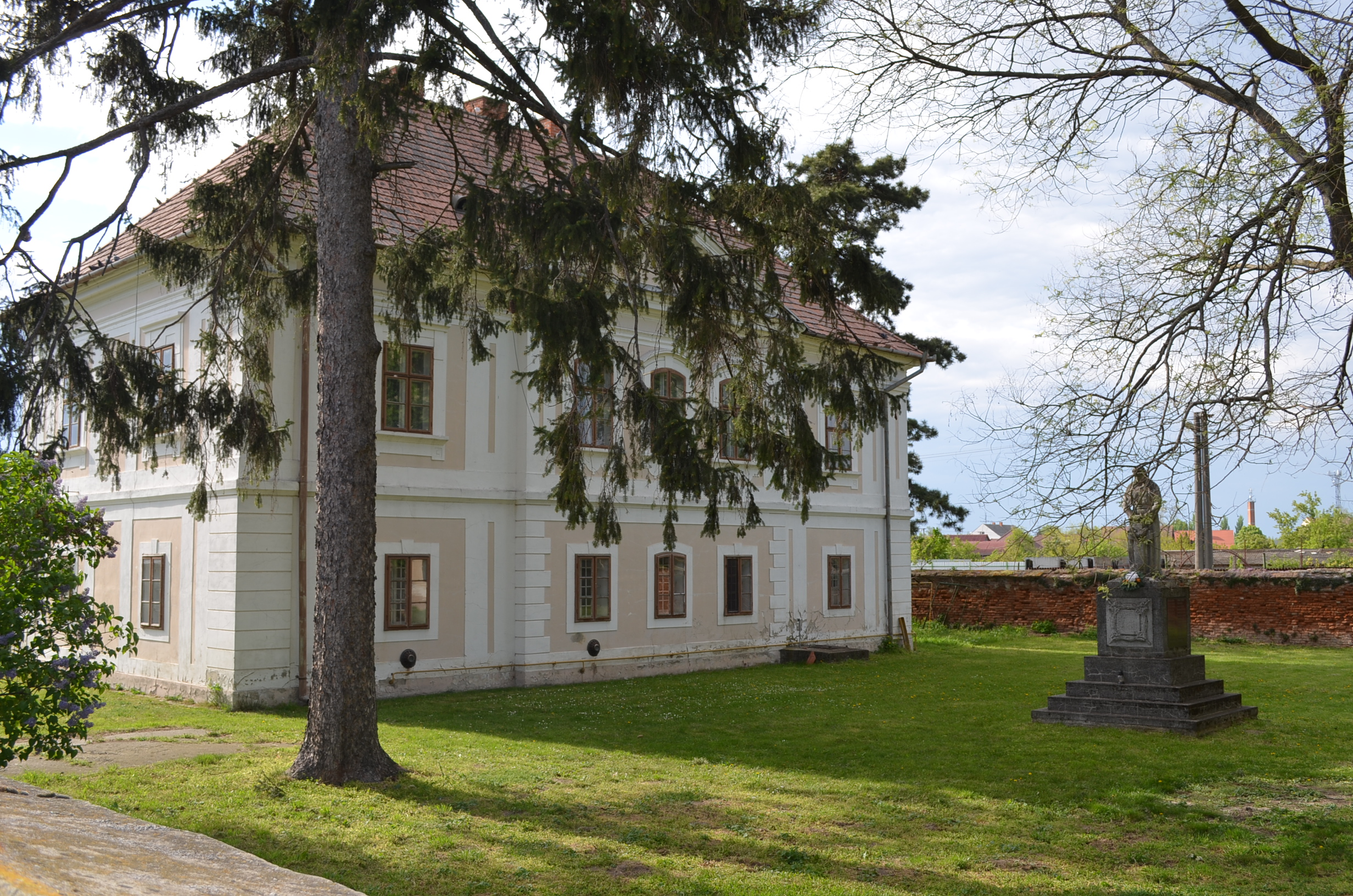
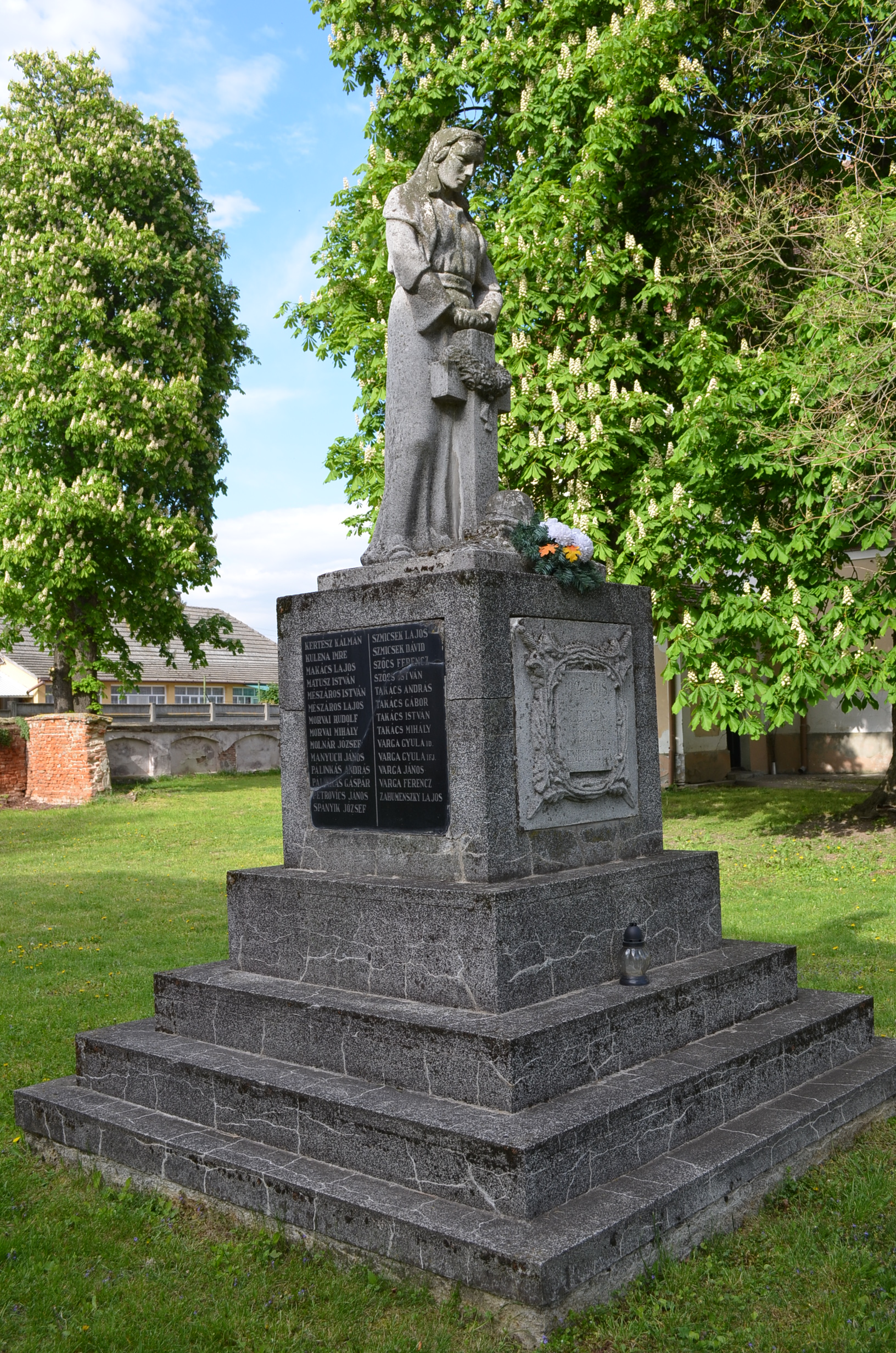
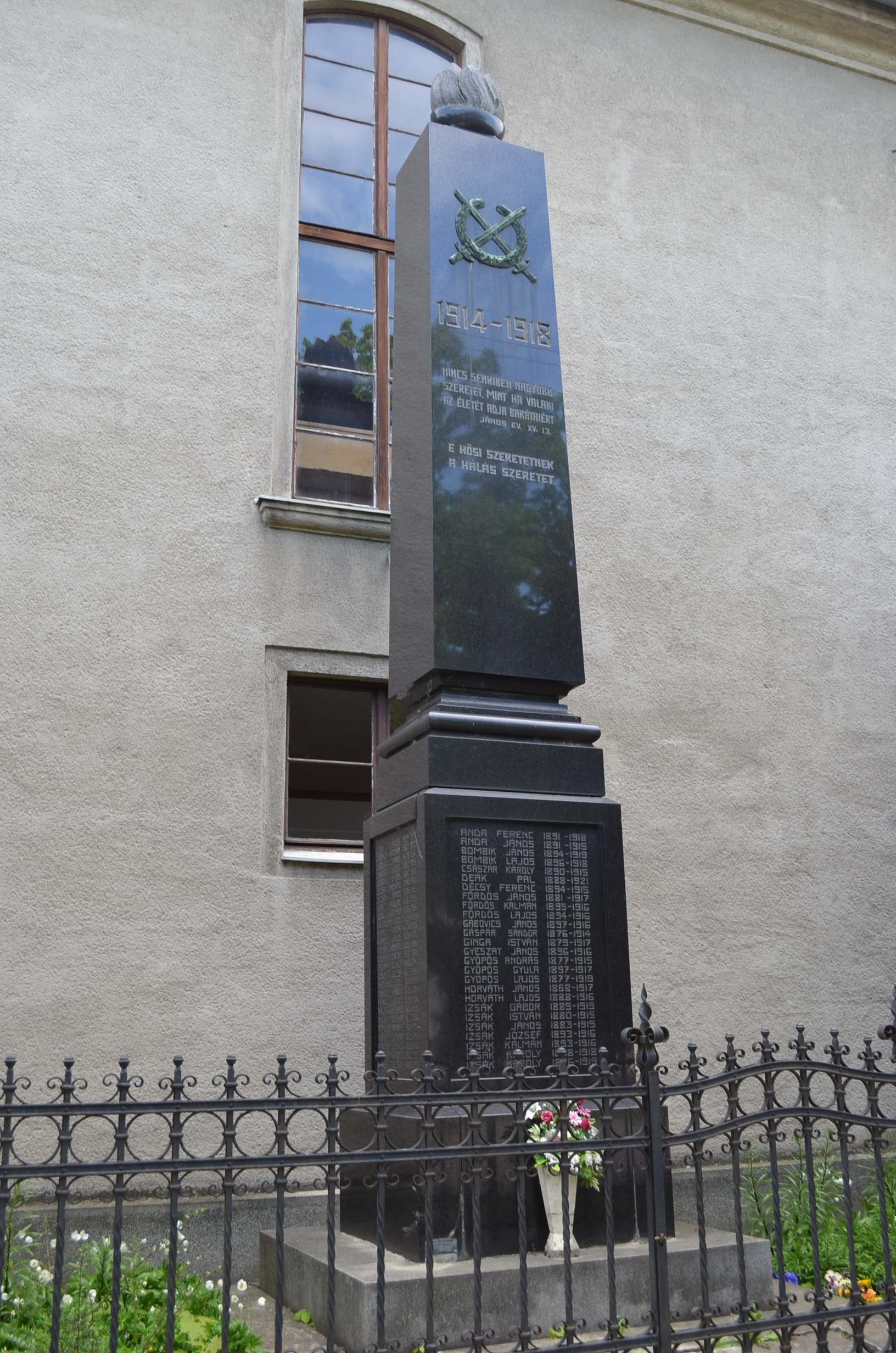
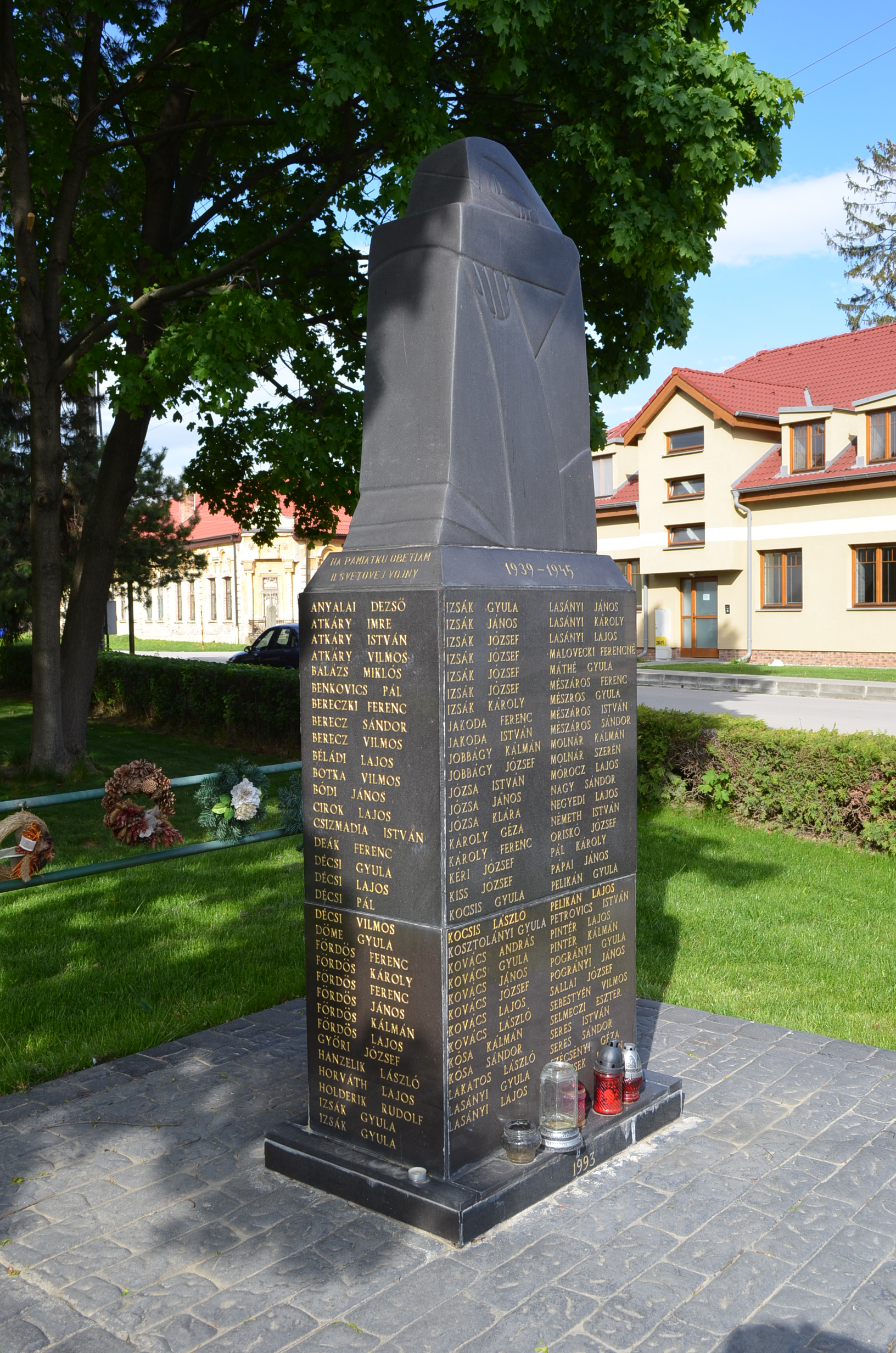
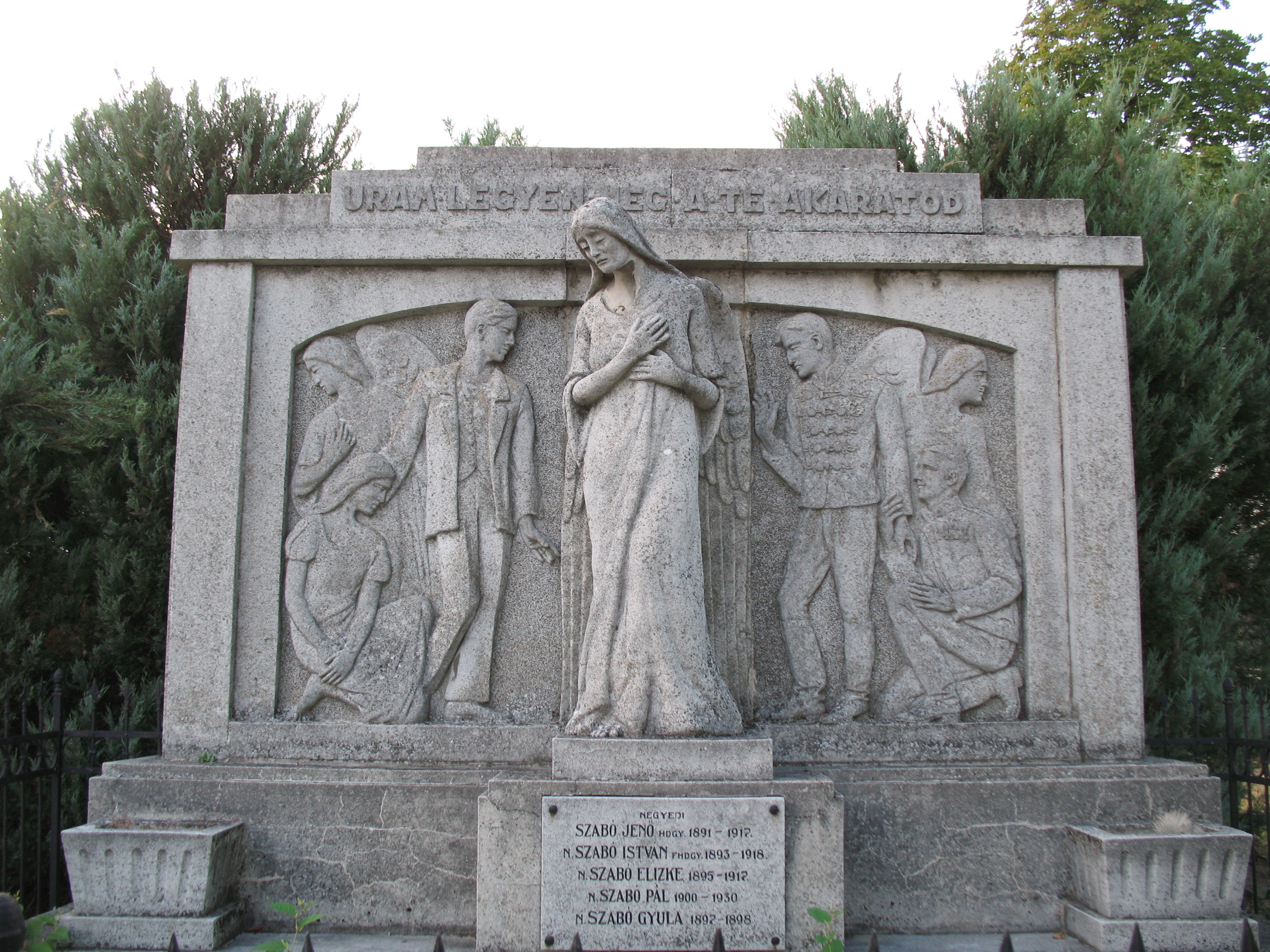
A Szabó család sírboltja

##### Vágfarkasd
Vágfarkasd főterén mindkét világháború áldozatainak emlékművet állítottak. Az első világháborút követően emlékalbum is megjelent.

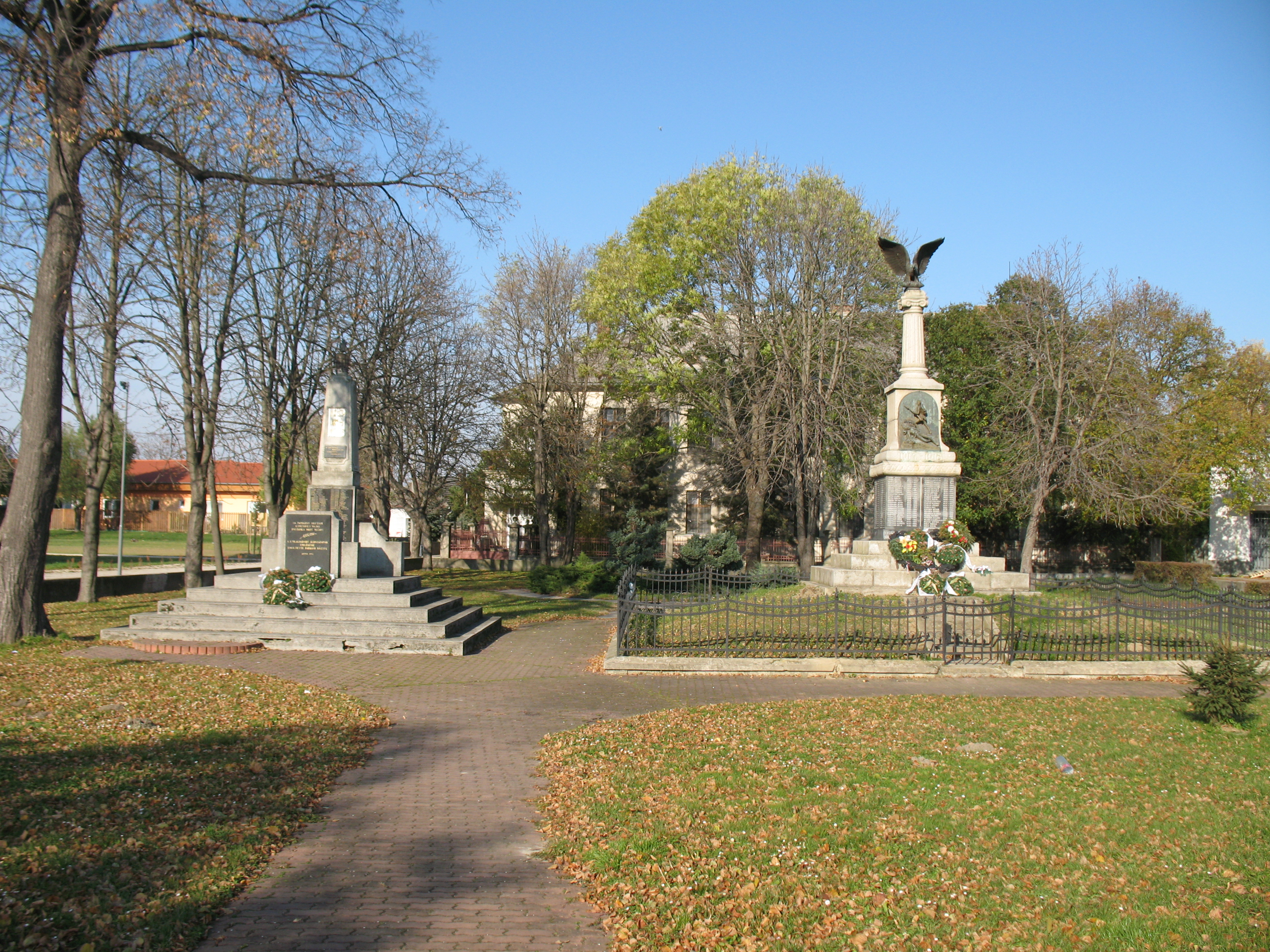

##### Vághosszúfalu

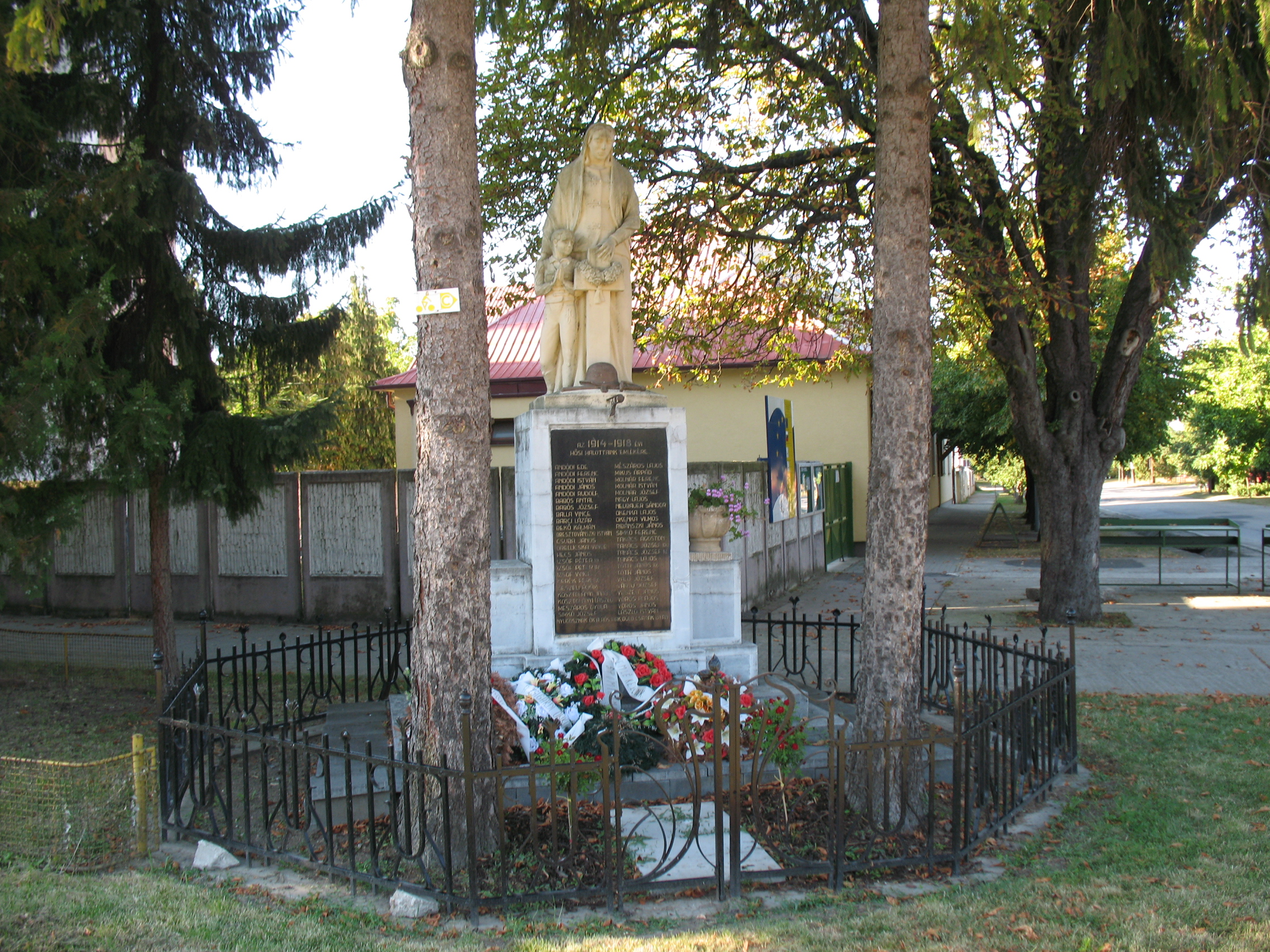

##### Vágkirályfa

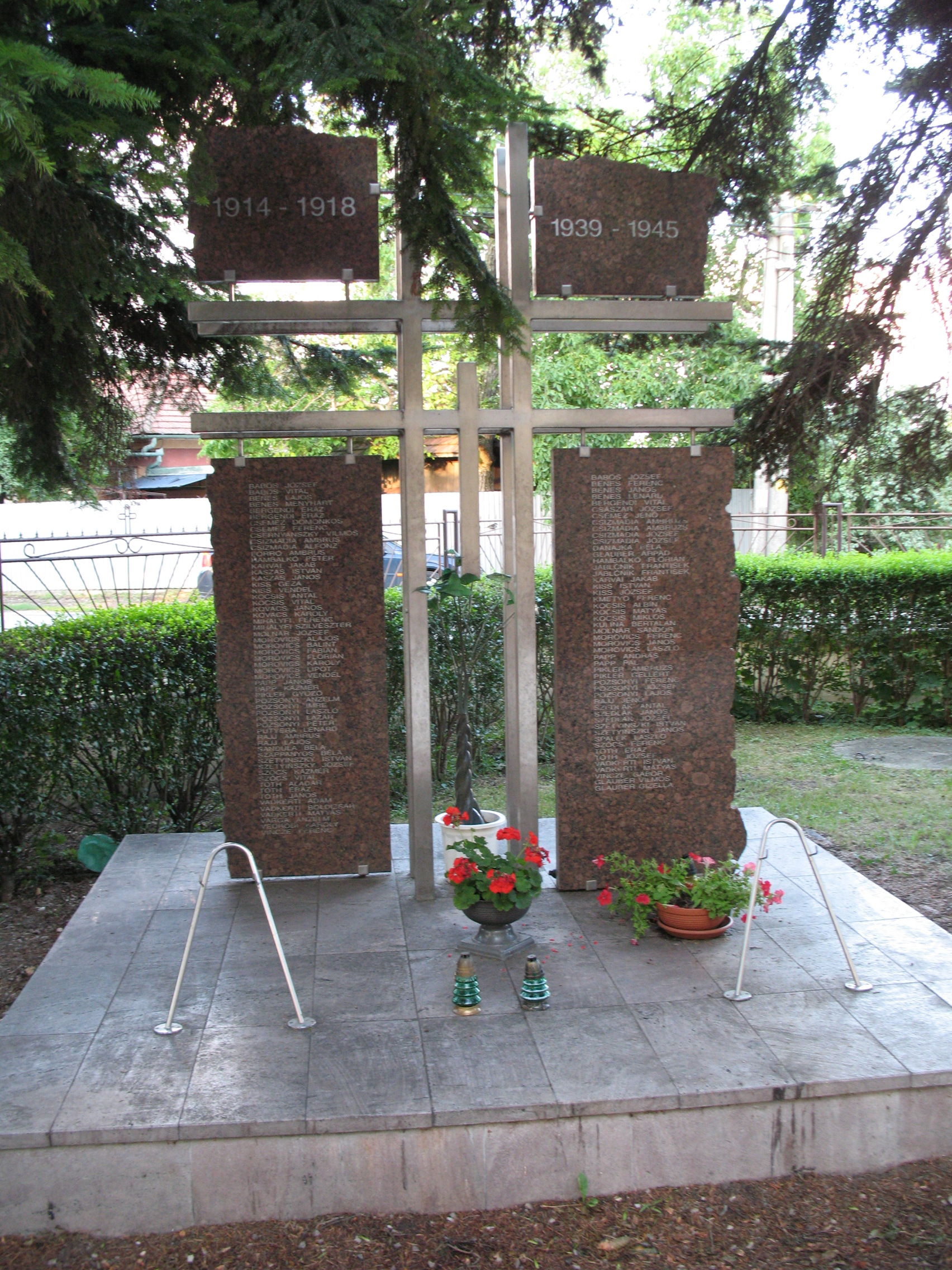

##### Vágsellye

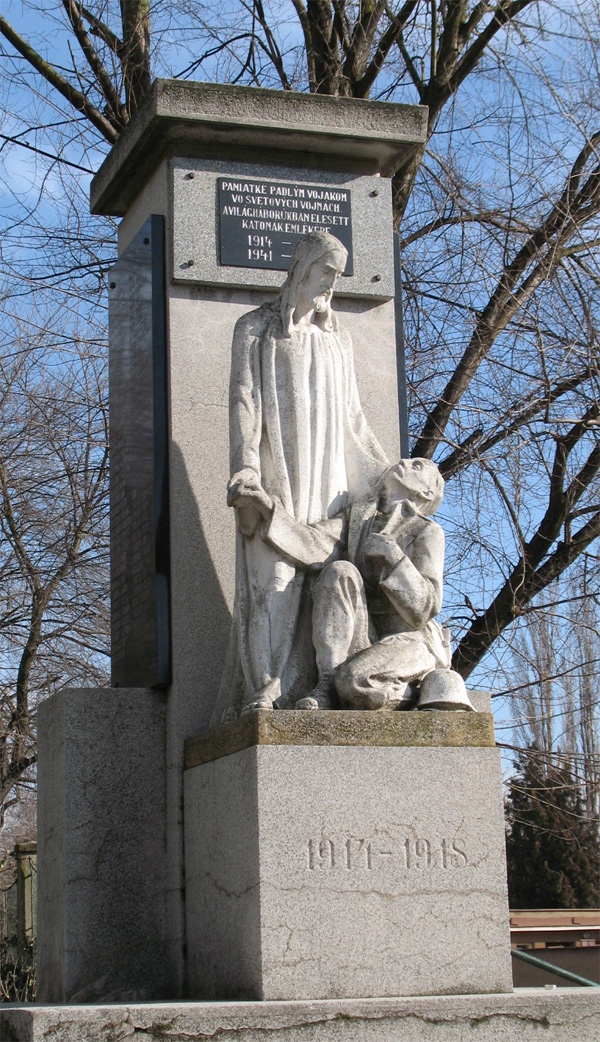
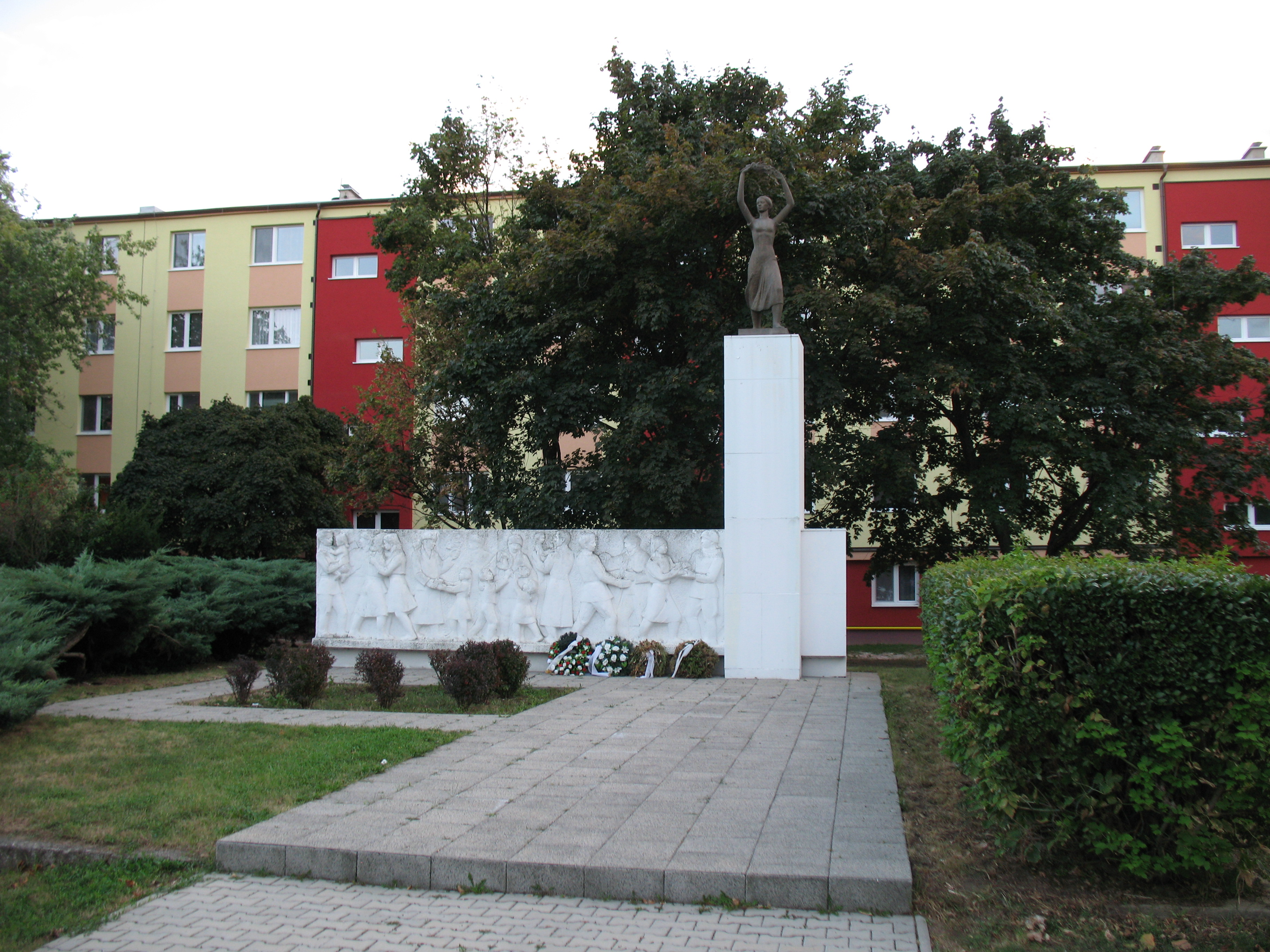

##### Zsigárd

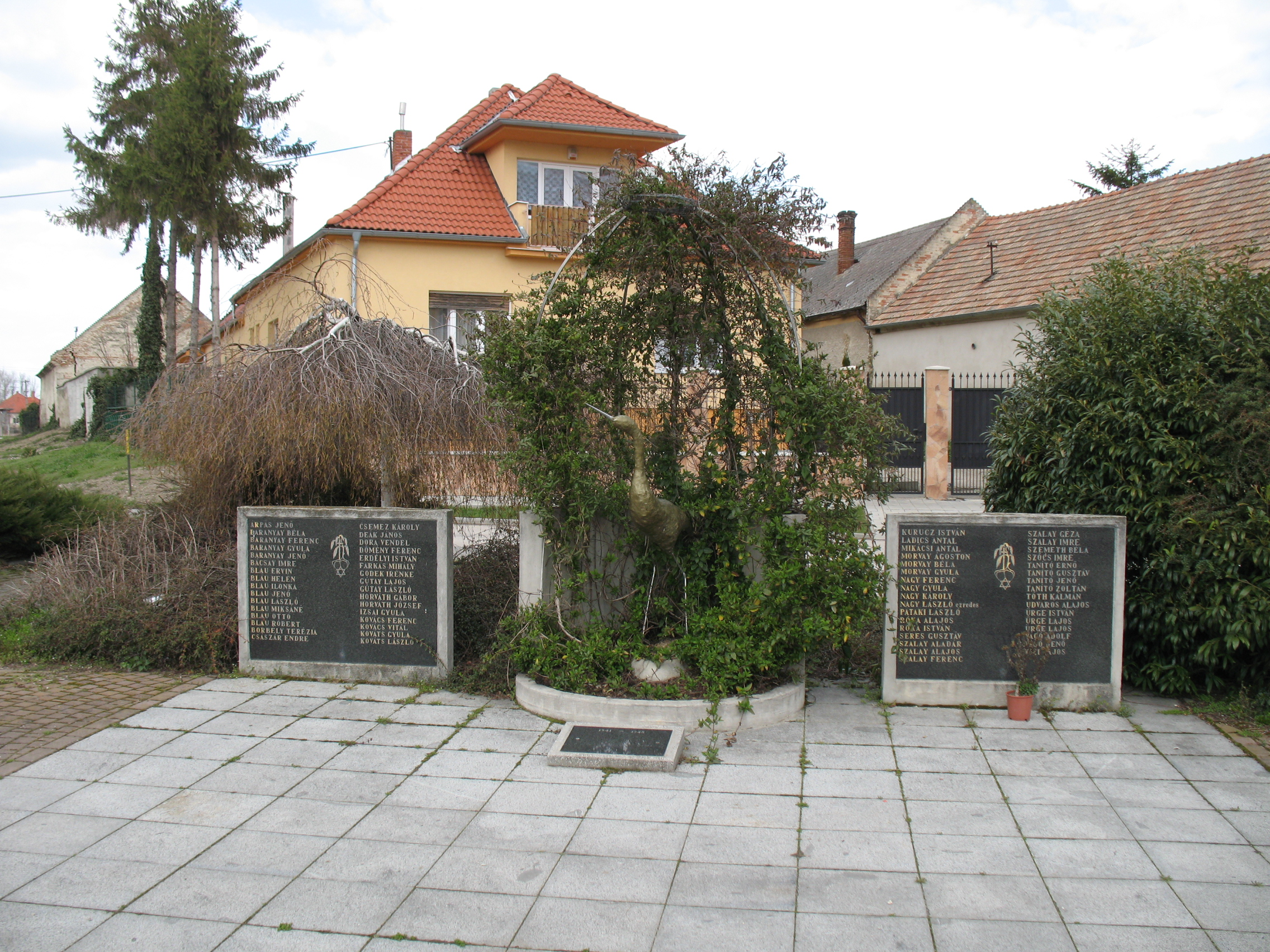

##### Báhony

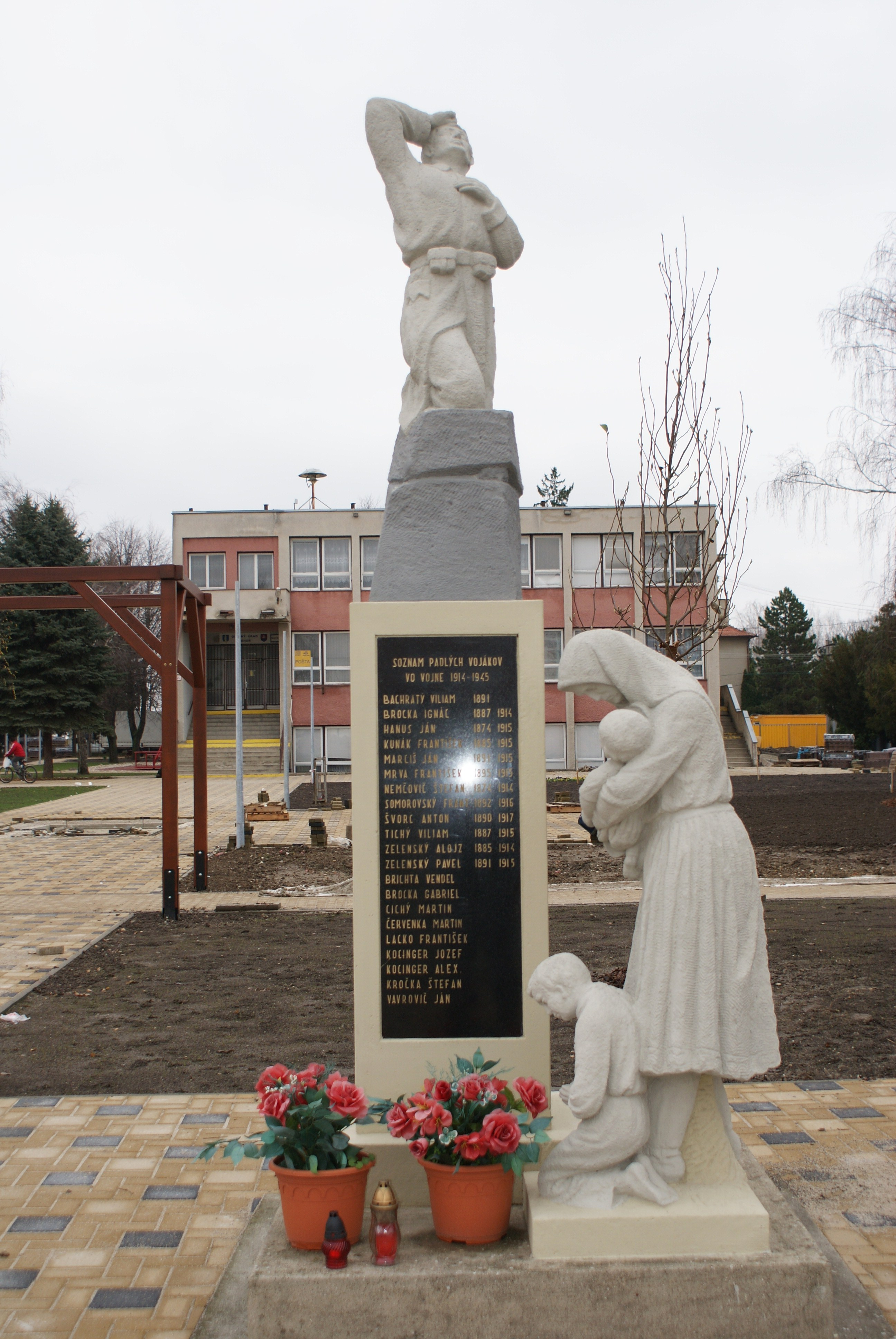

##### Halmos

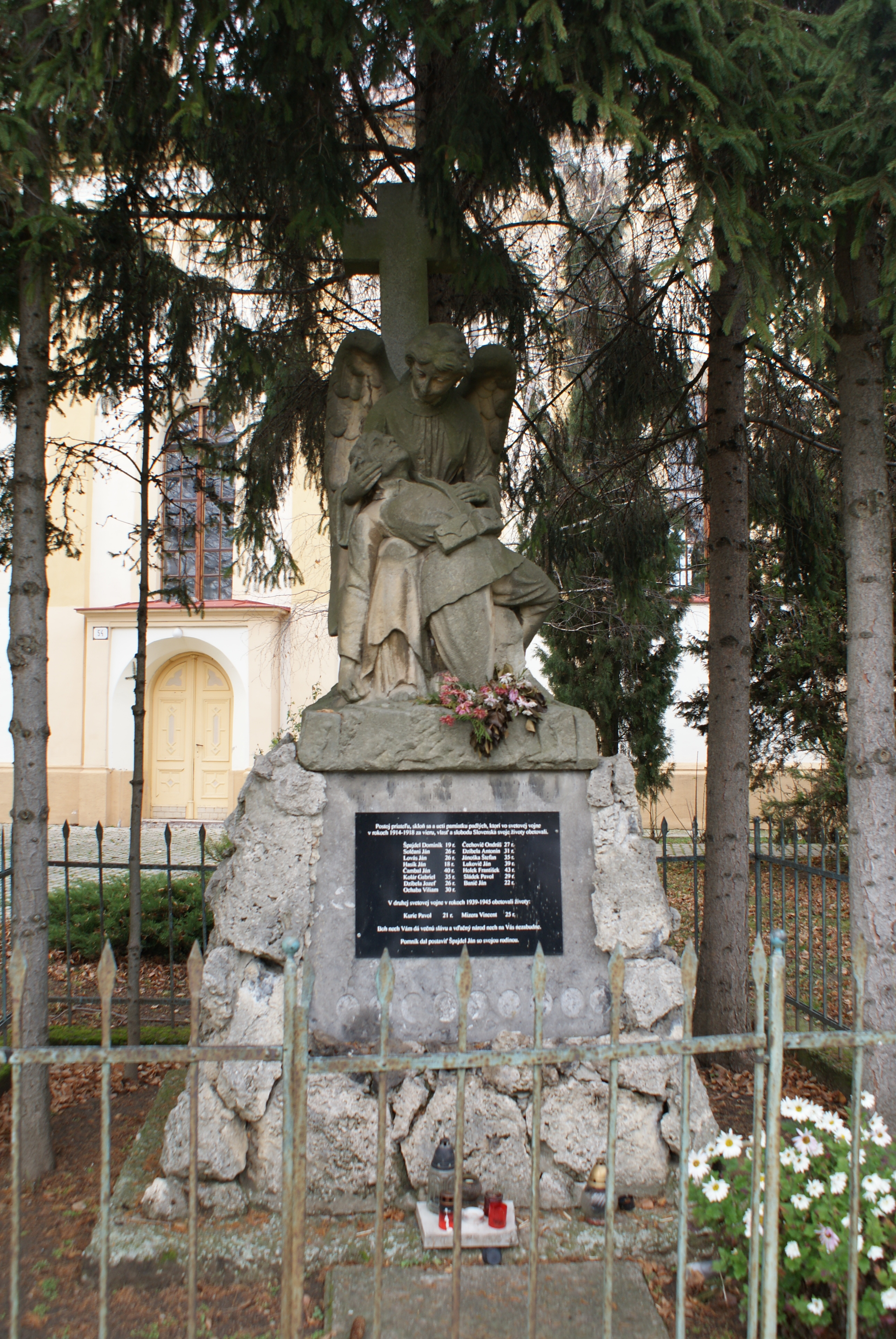

##### Kárpáthalas

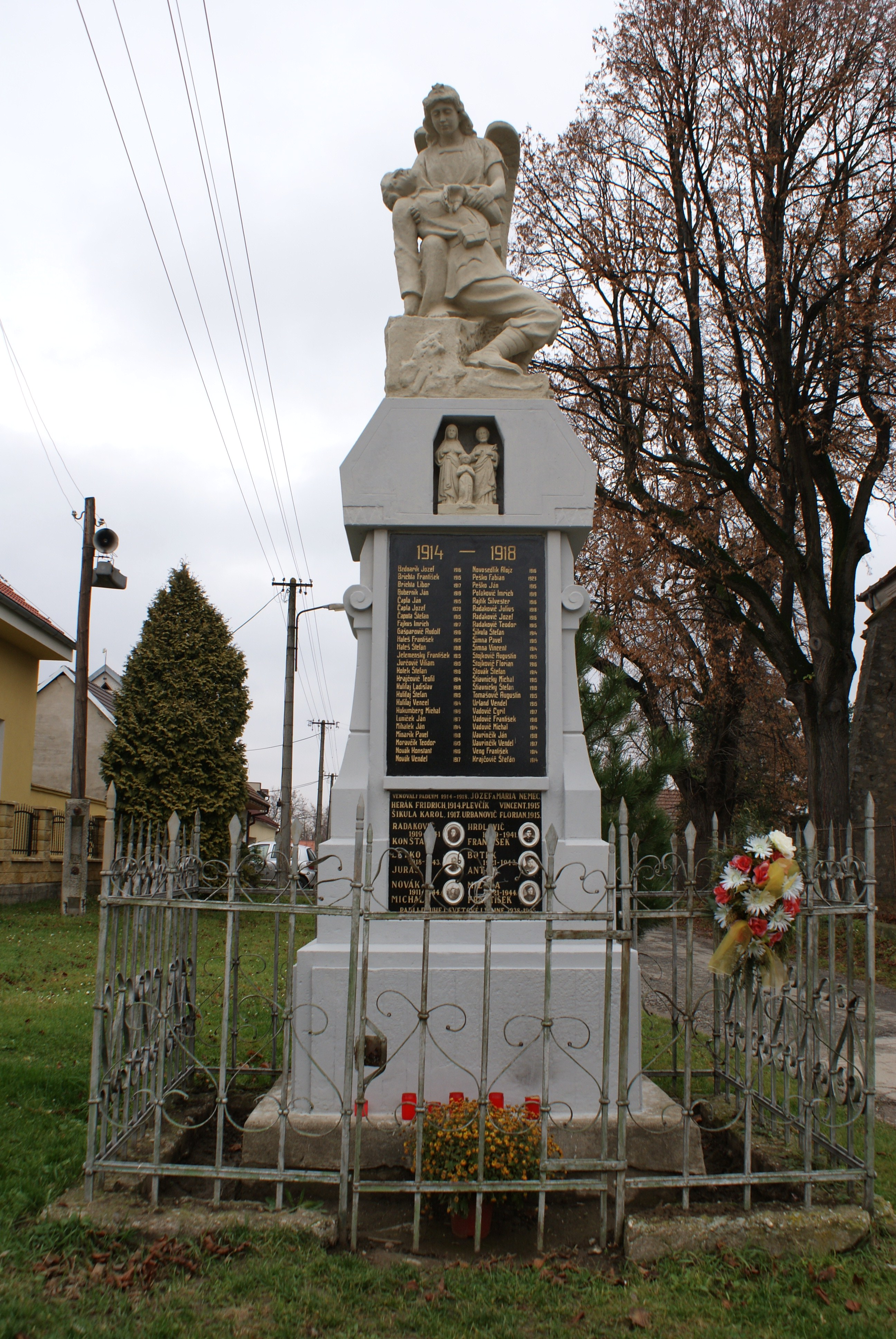

##### Limpak

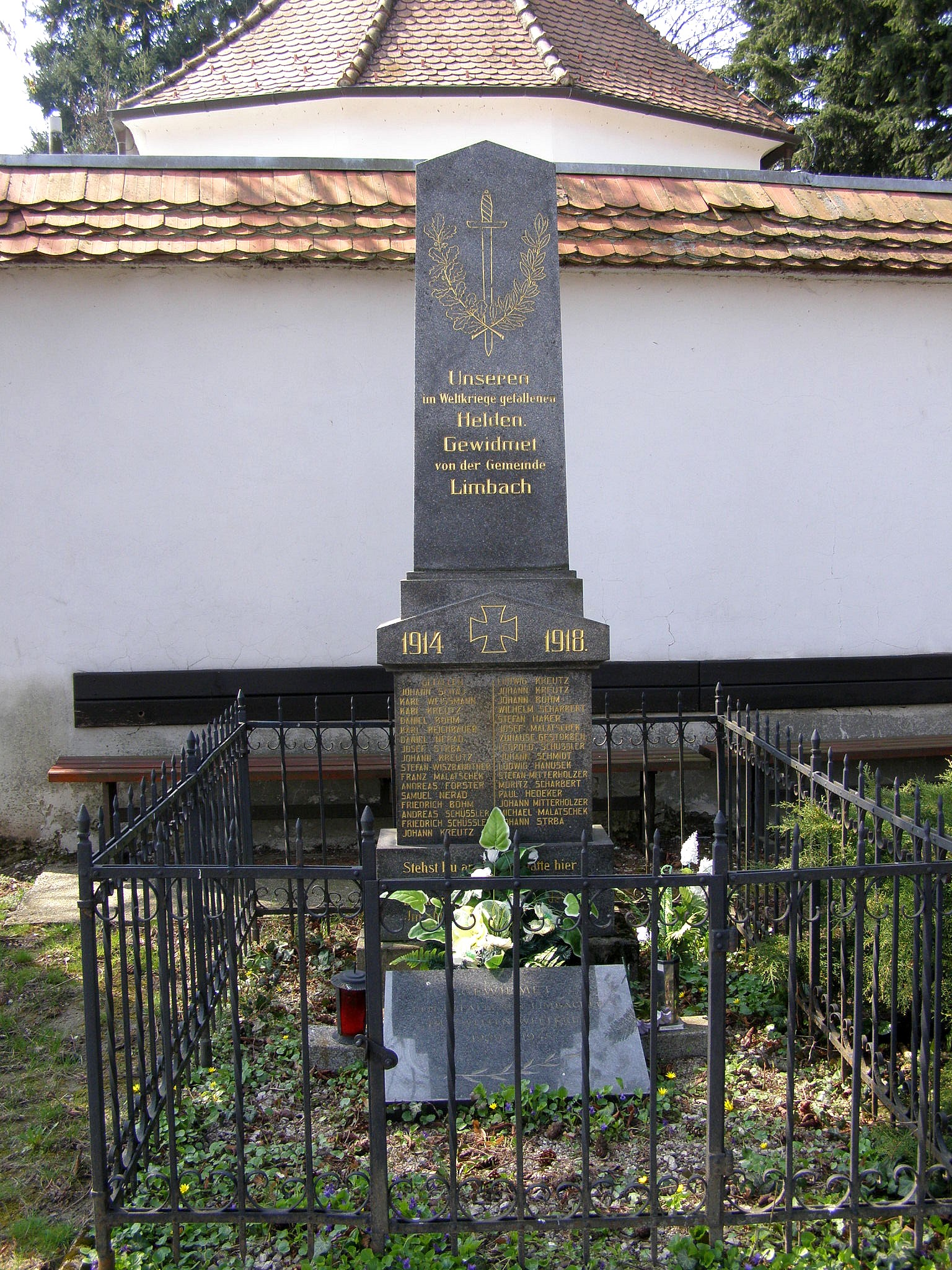
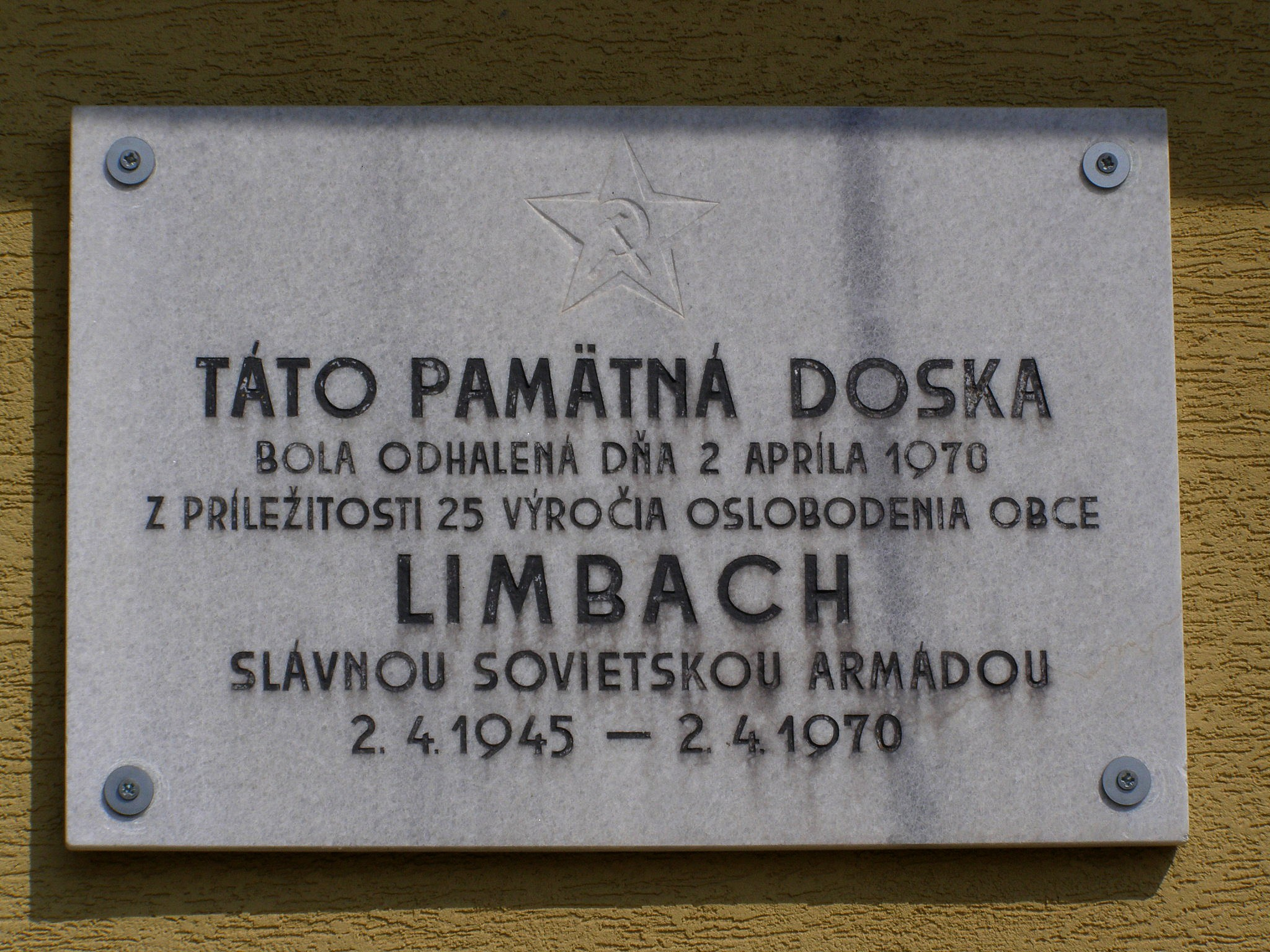

##### Horvátjárfalu

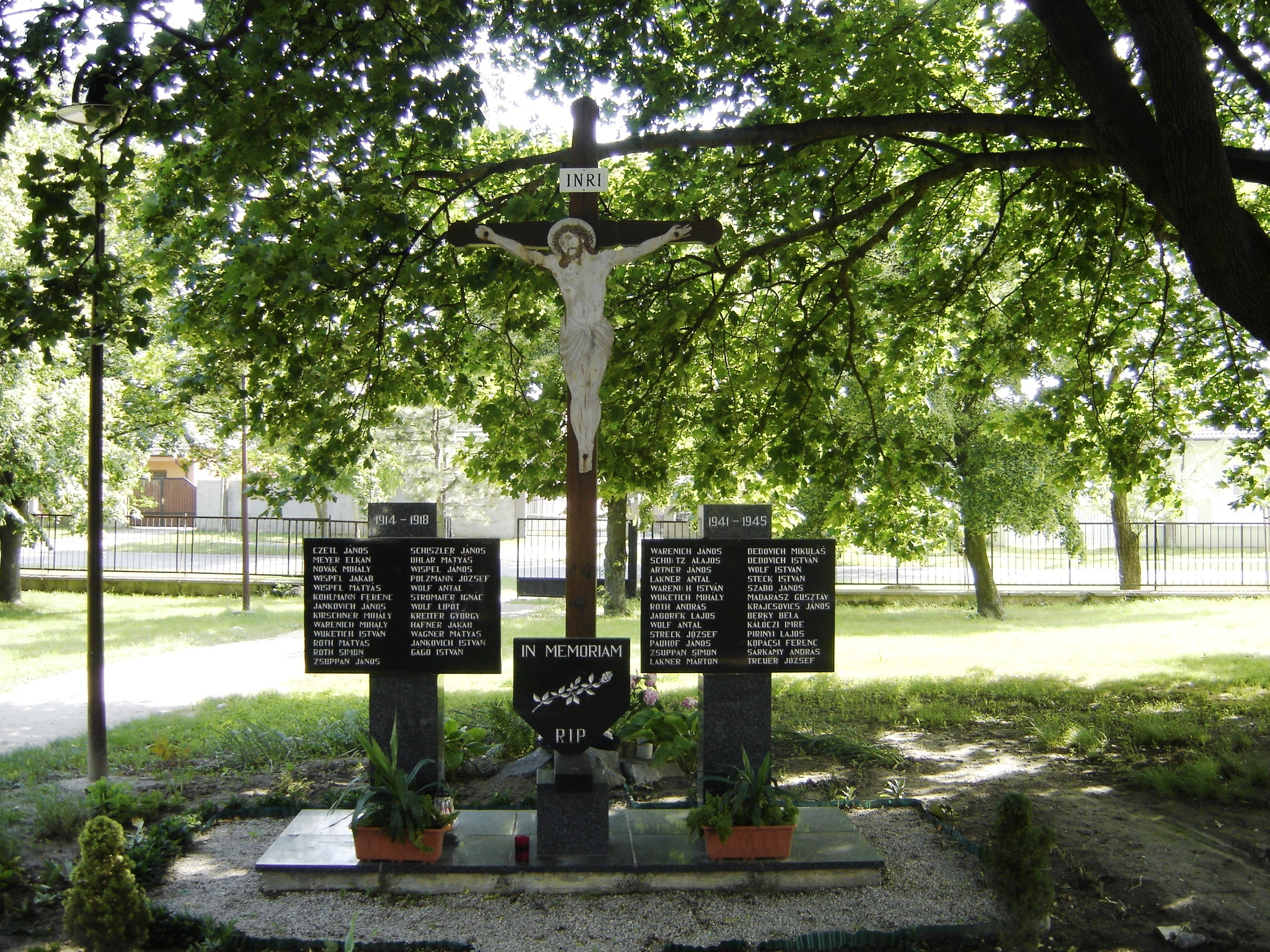

##### Lamacs

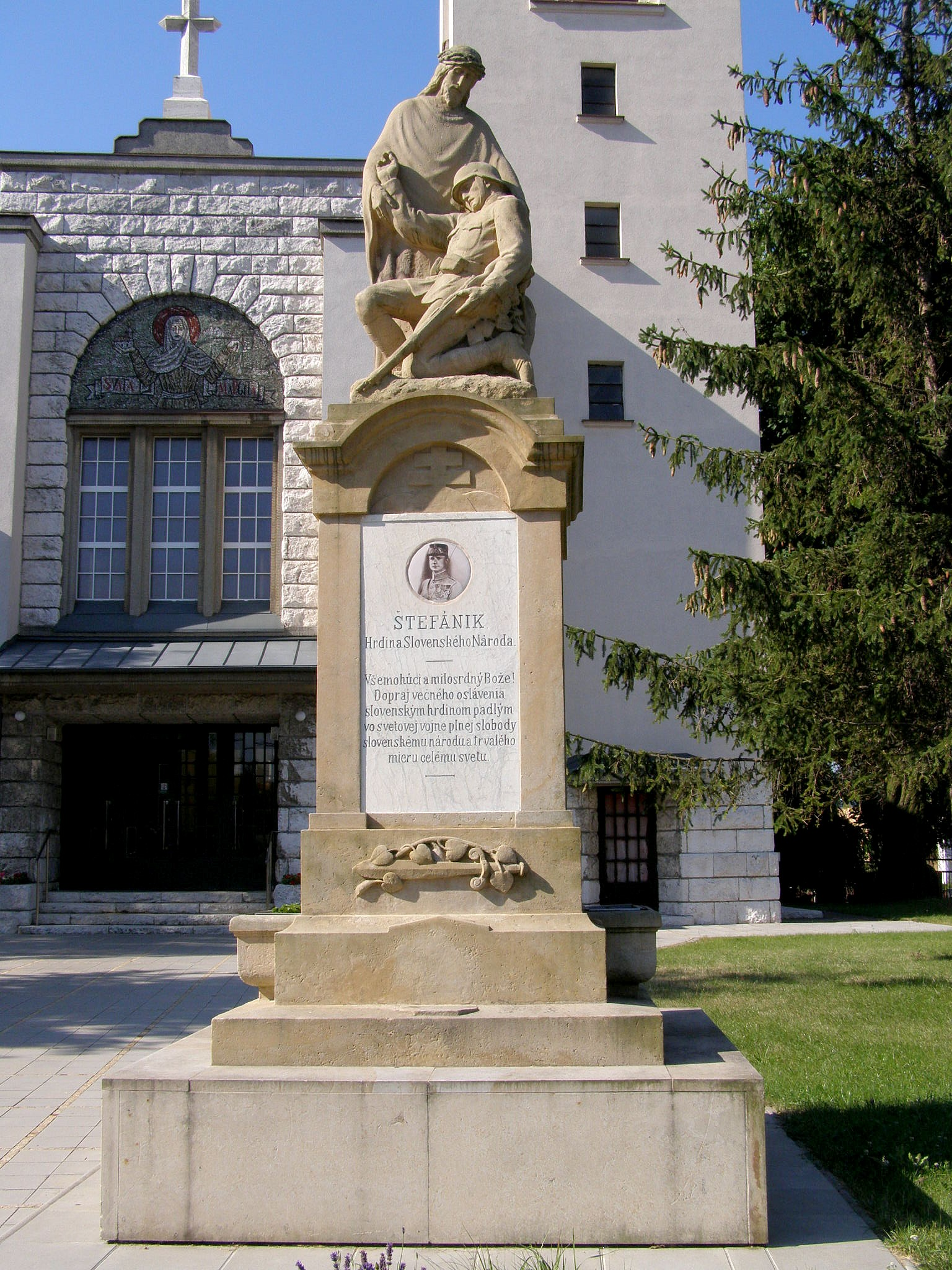
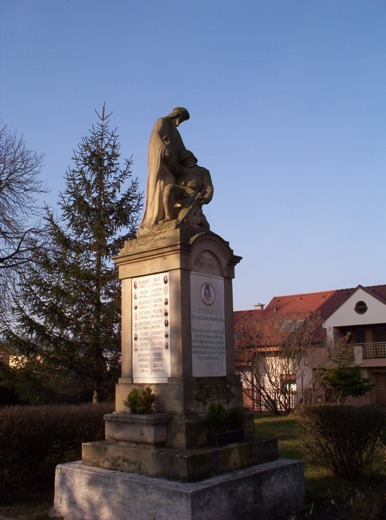

##### Pozsonybeszterce

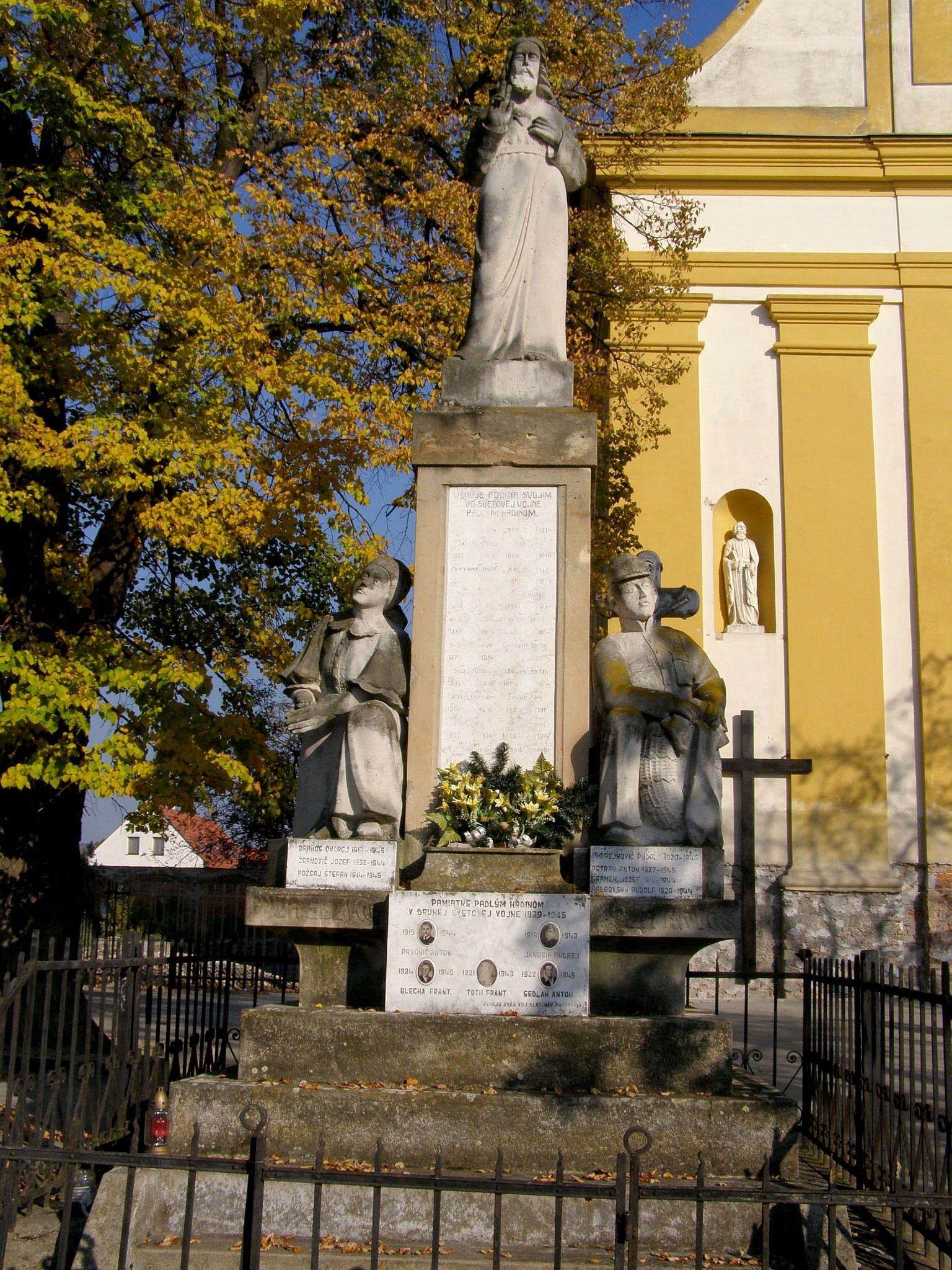

##### Pozsonyligetfalu

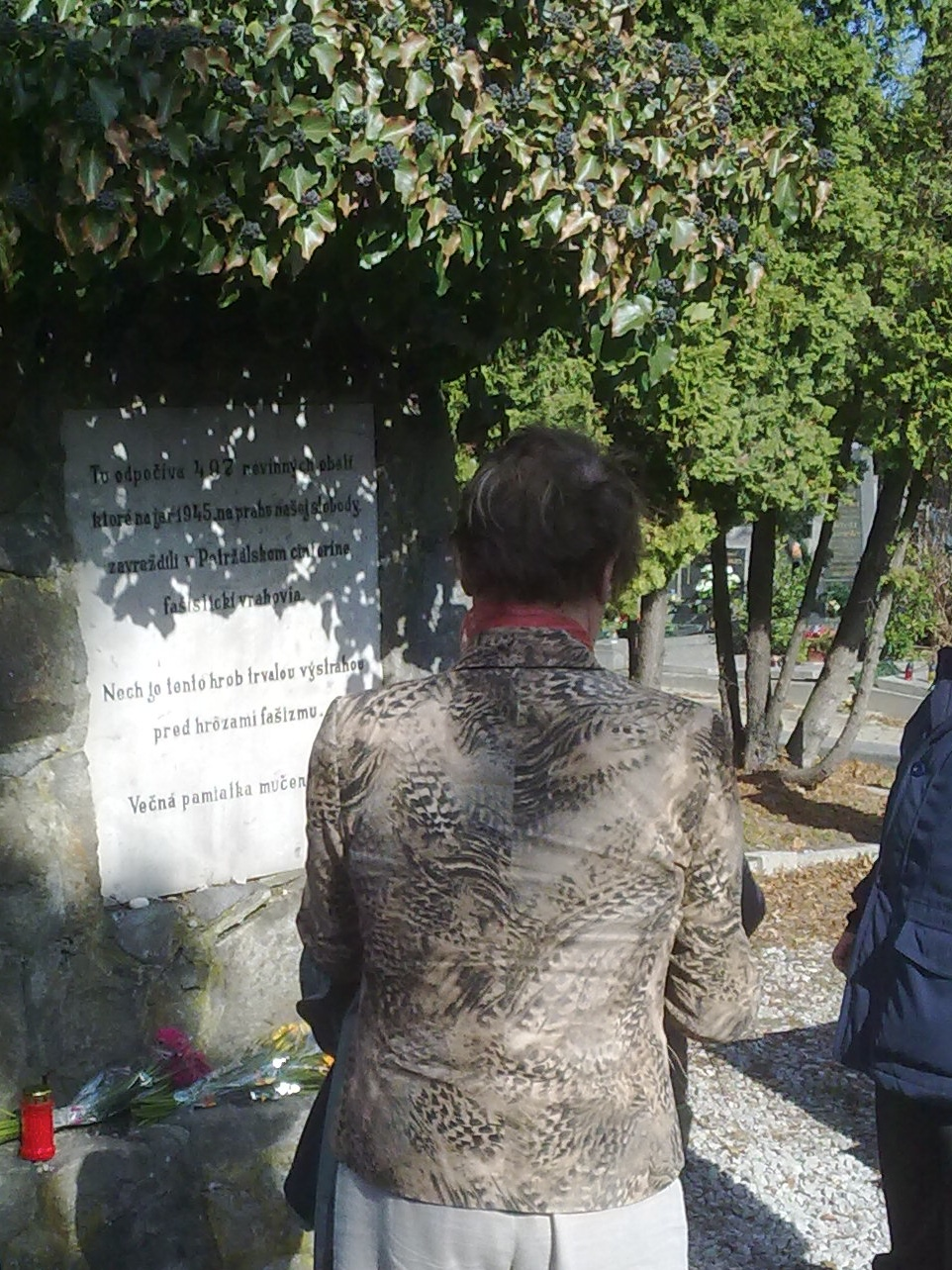

##### Dunahidas

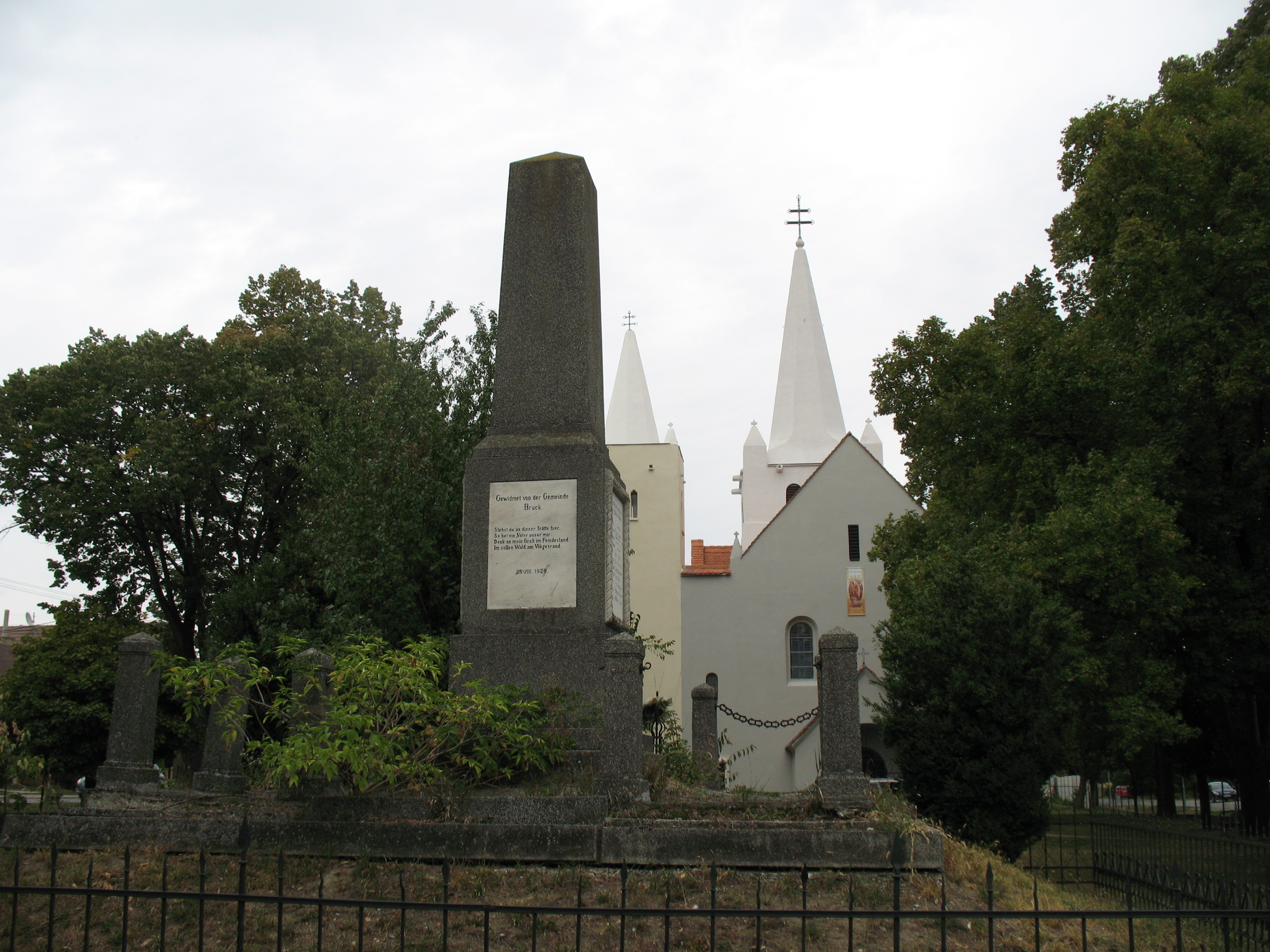
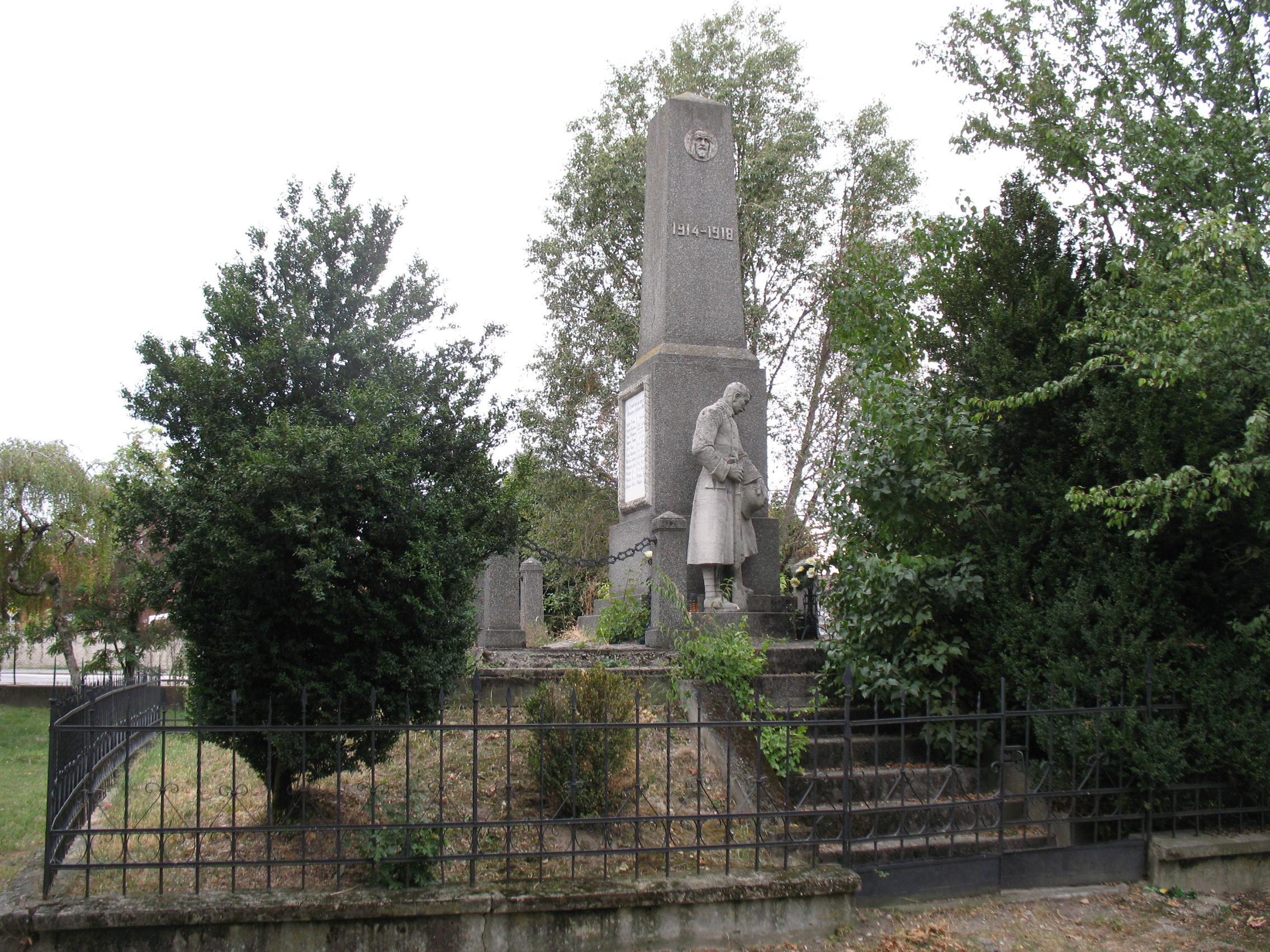
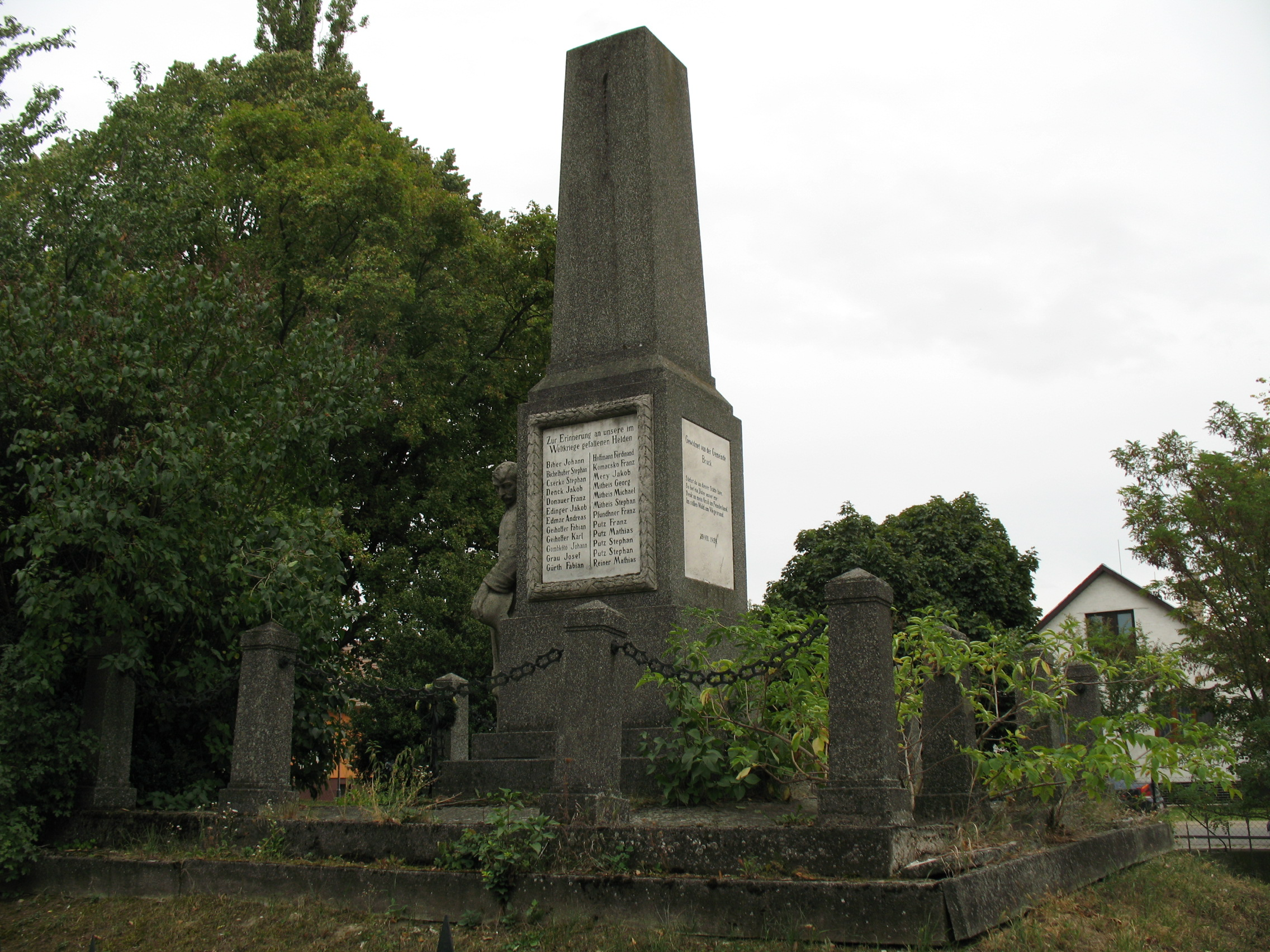

##### Fél

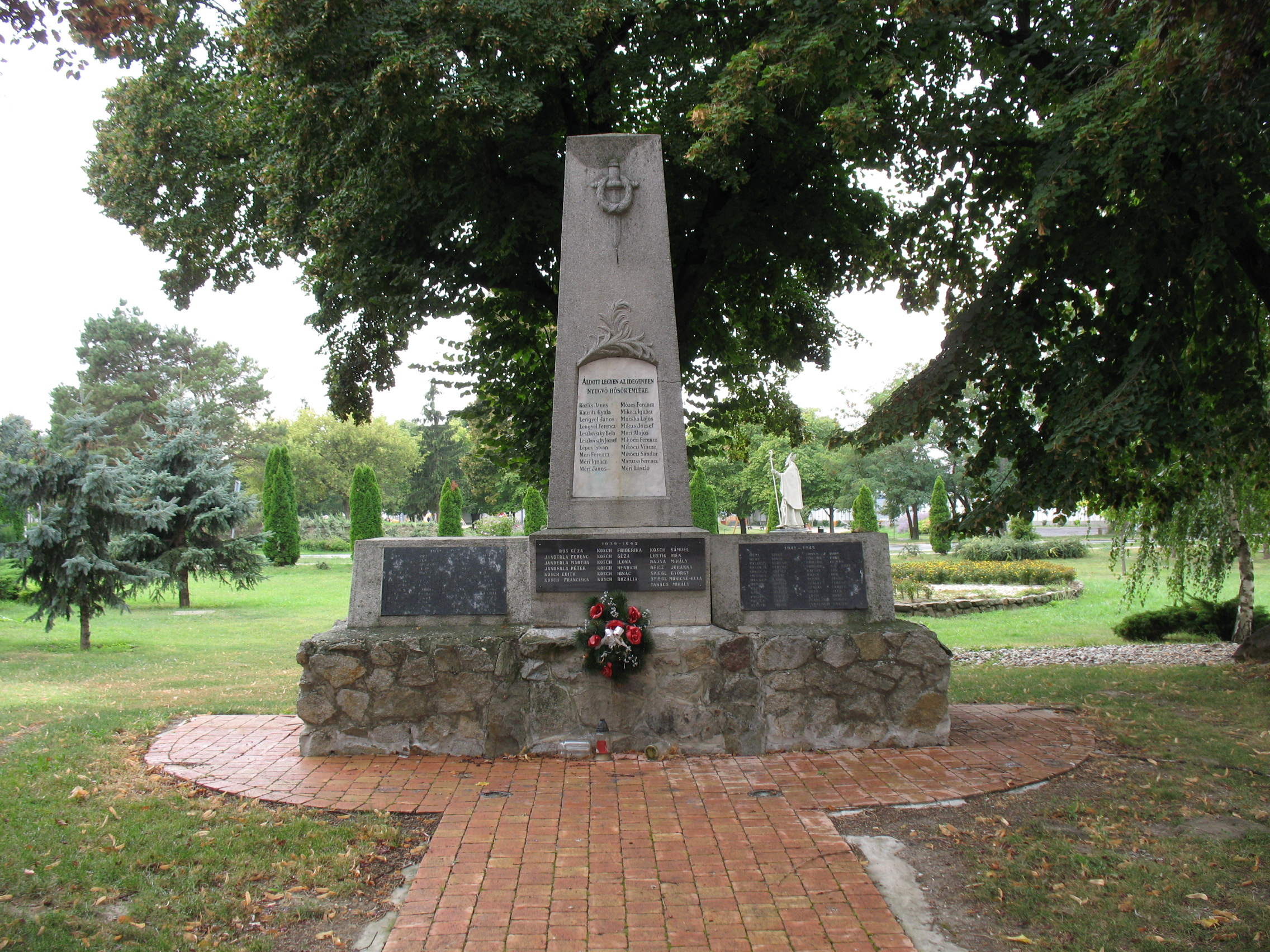

### Pozsonyi kerület

#### Malackai járás

##### Malacka

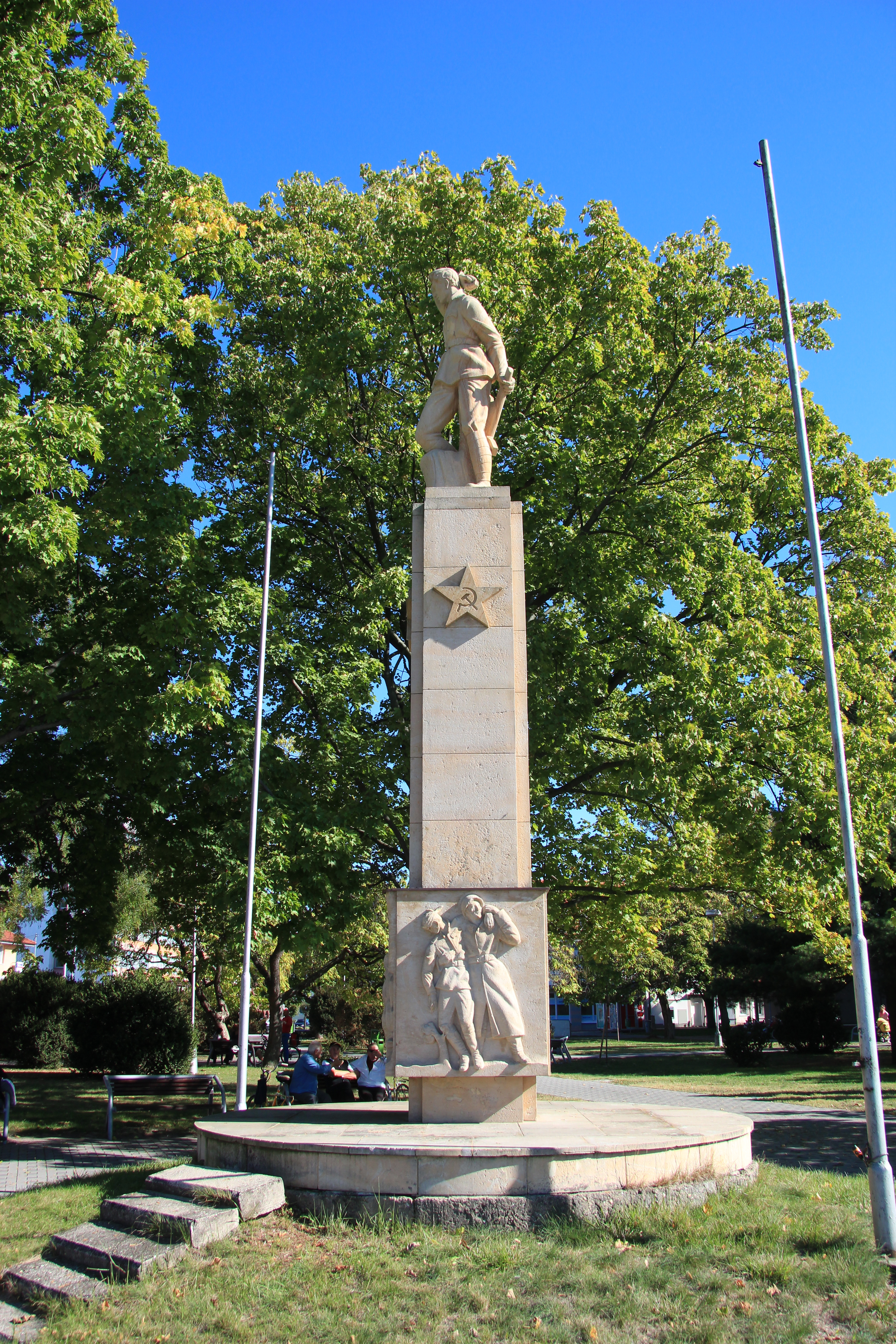
Szovjet emlékmű

#### Pozsony

##### Pozsony

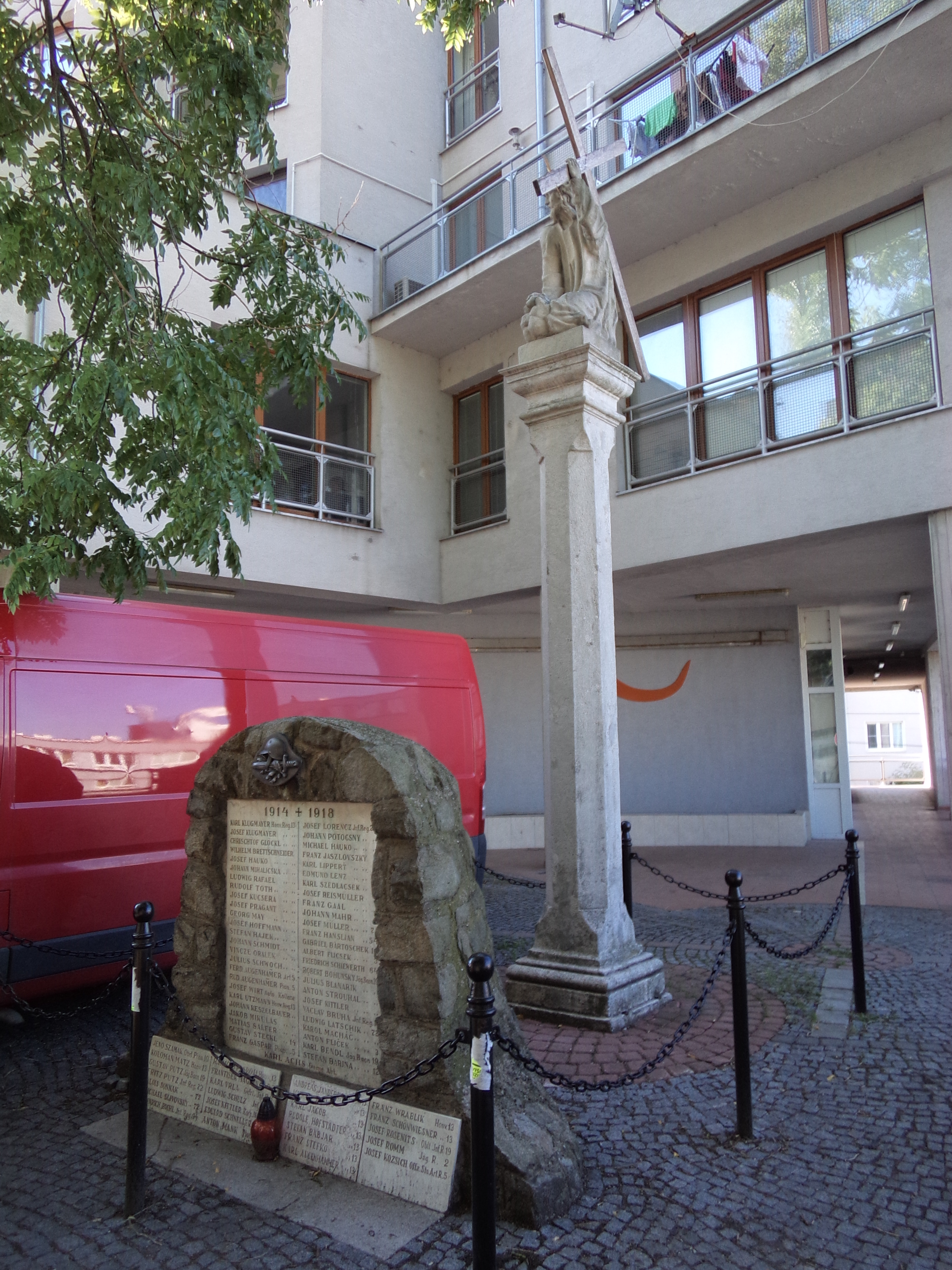
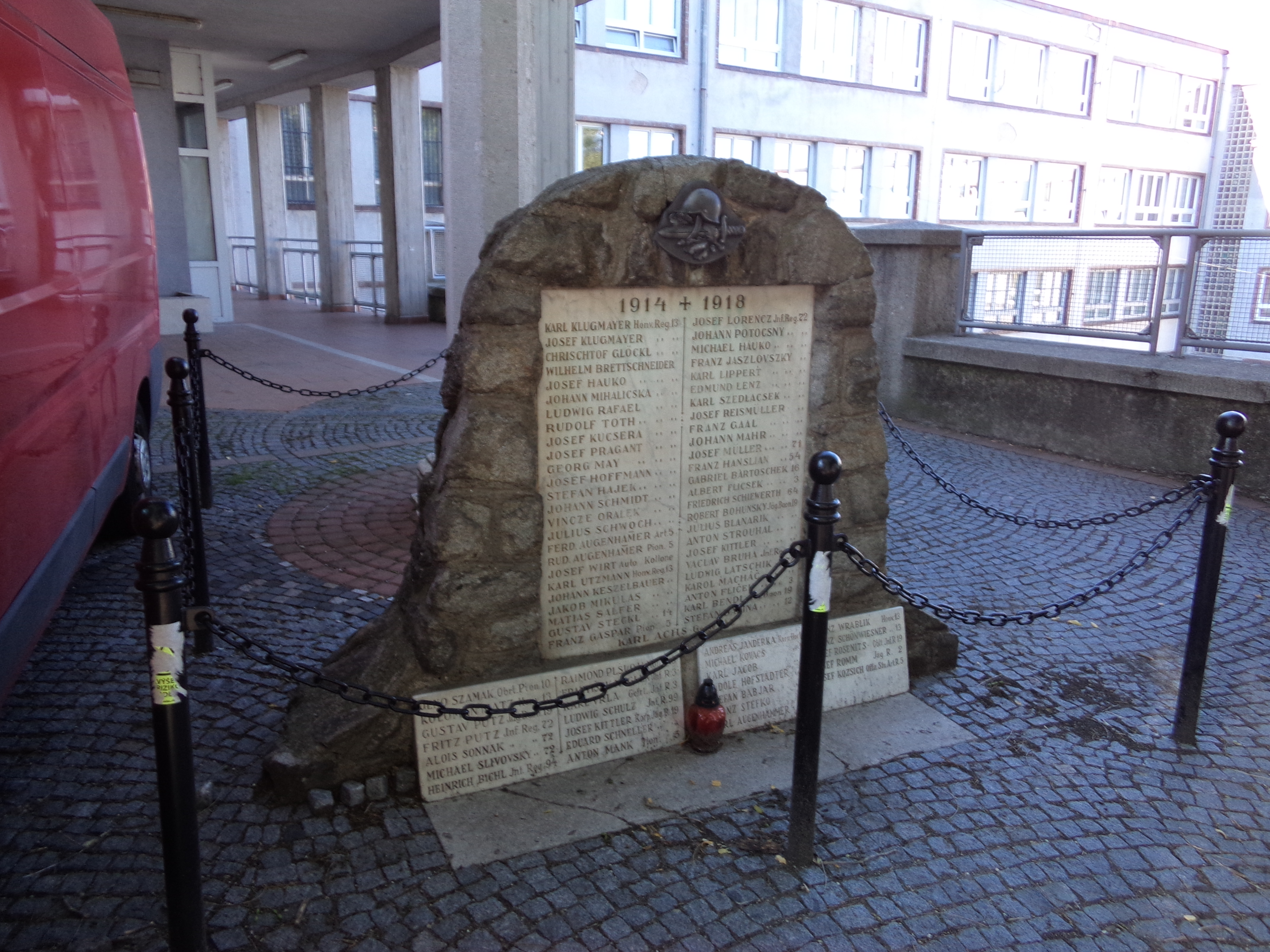
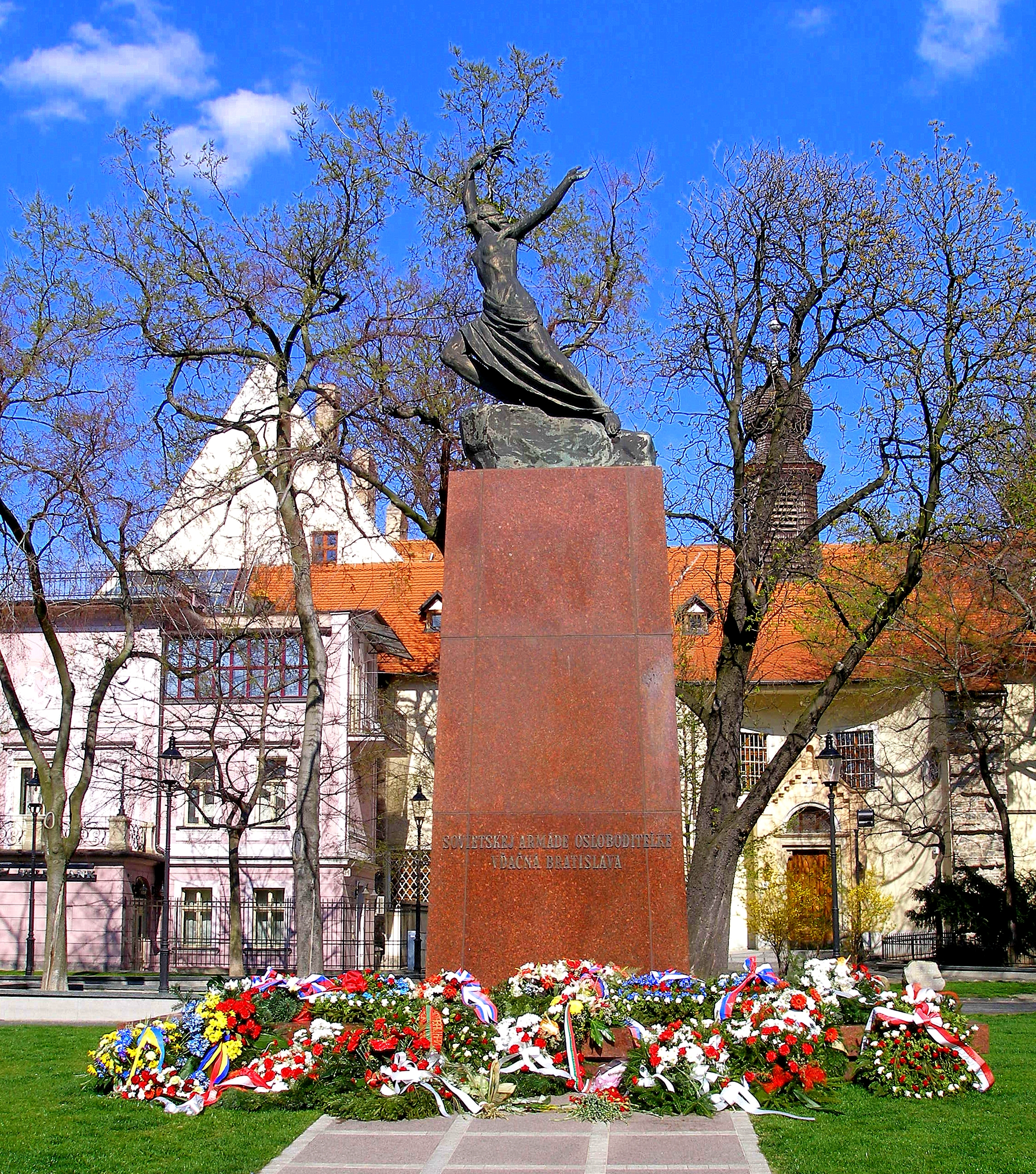
szovjet emlékmű
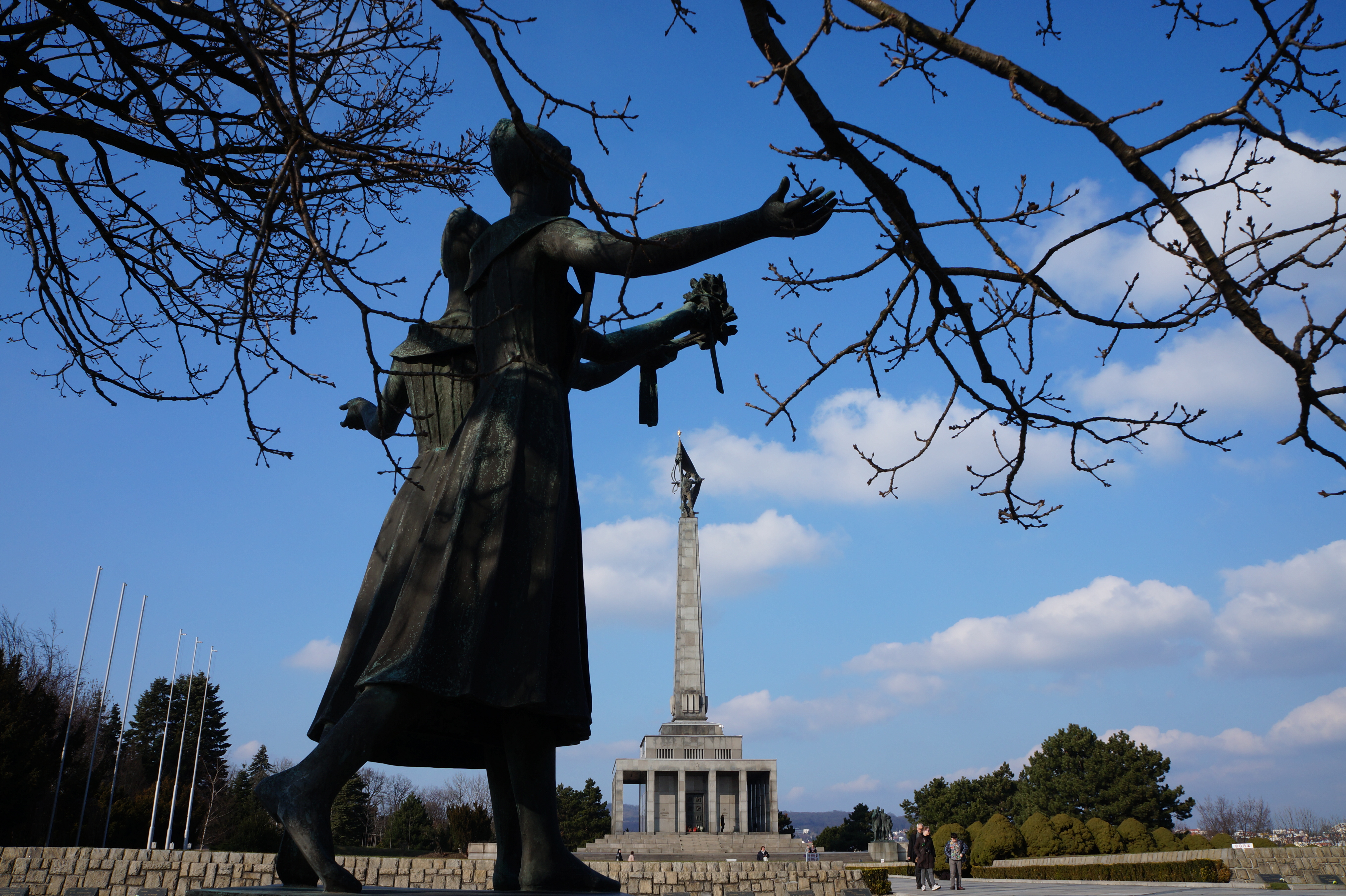
Slavín
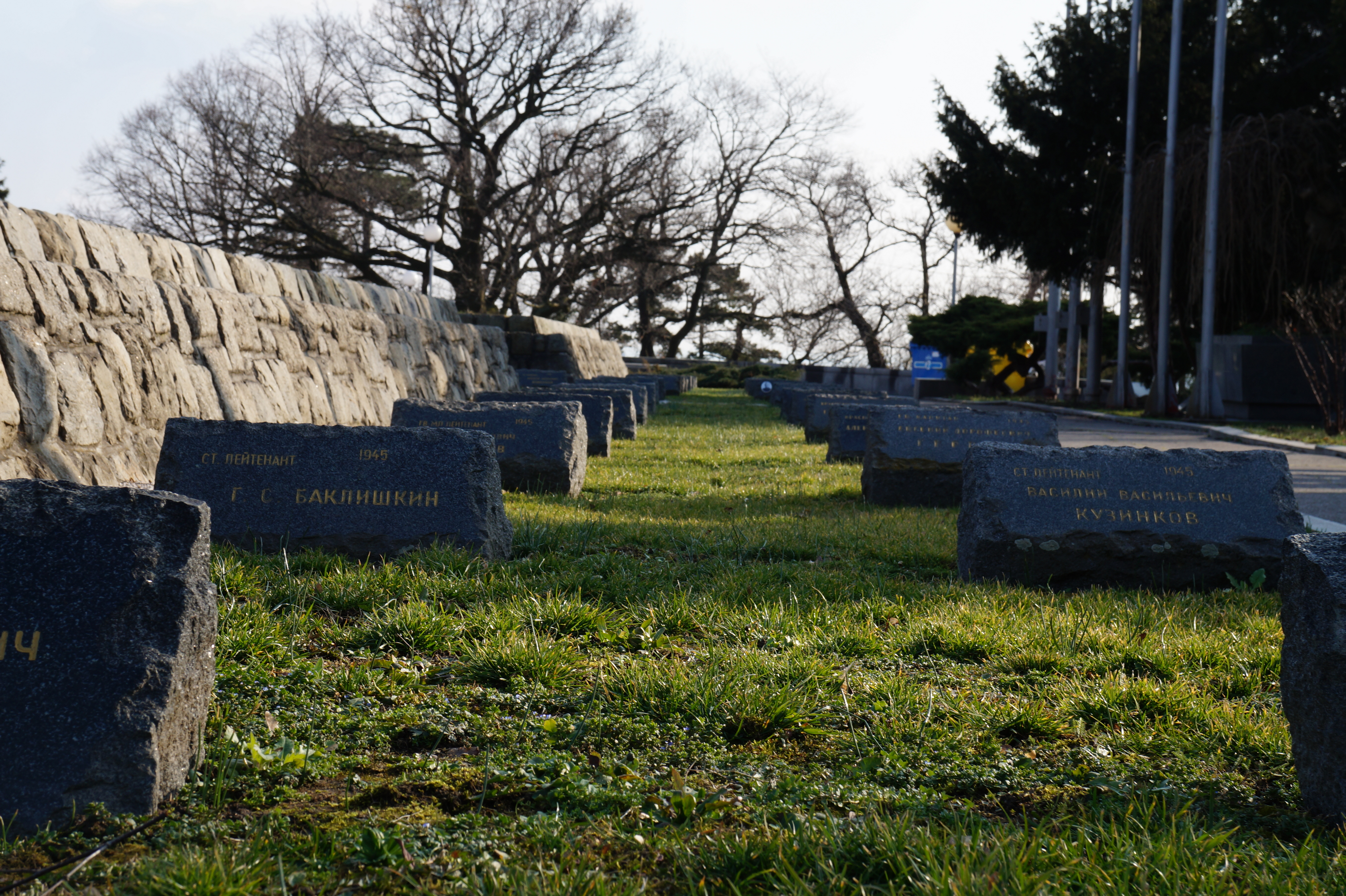
Slavín
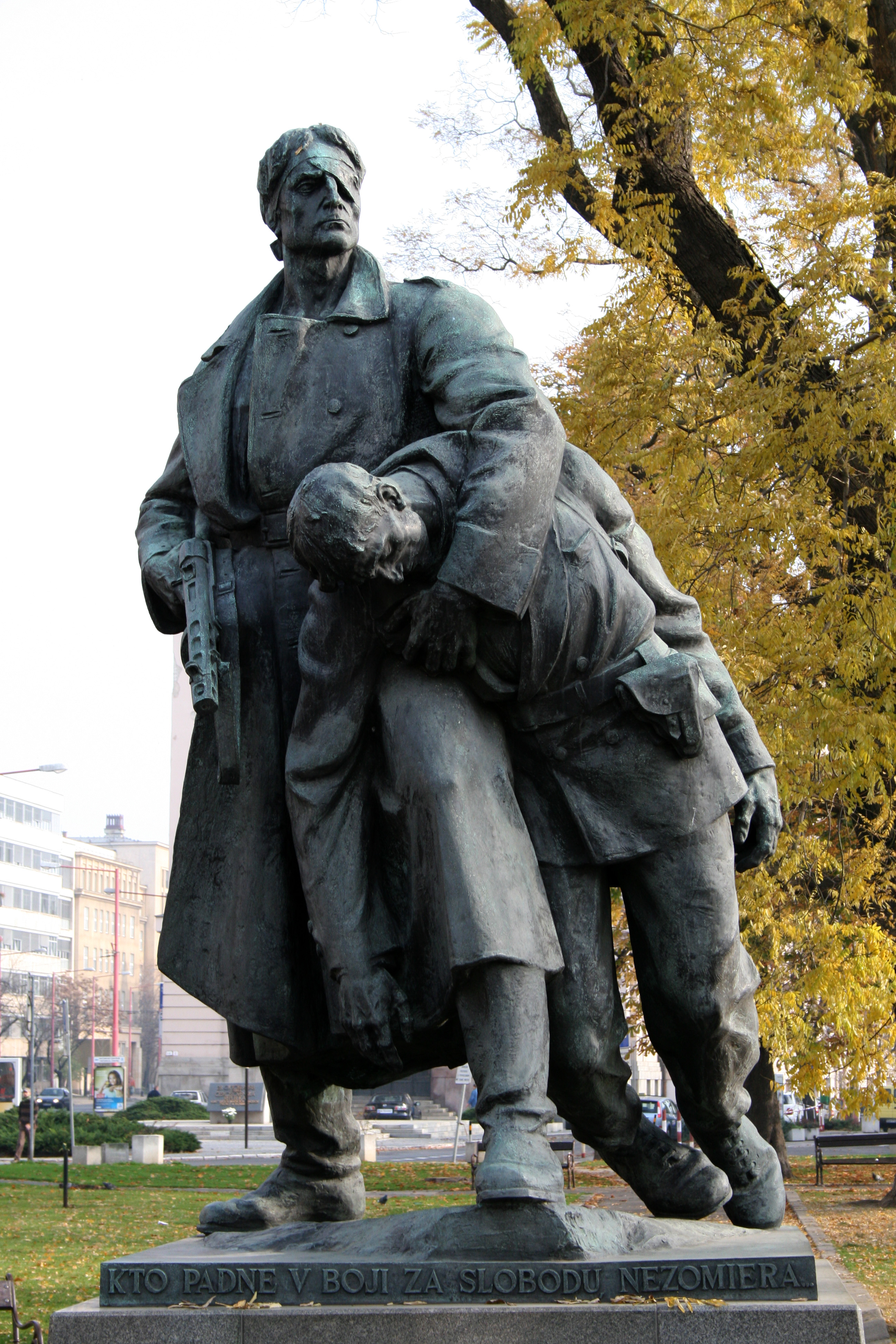

##### Pozsonyszőlős

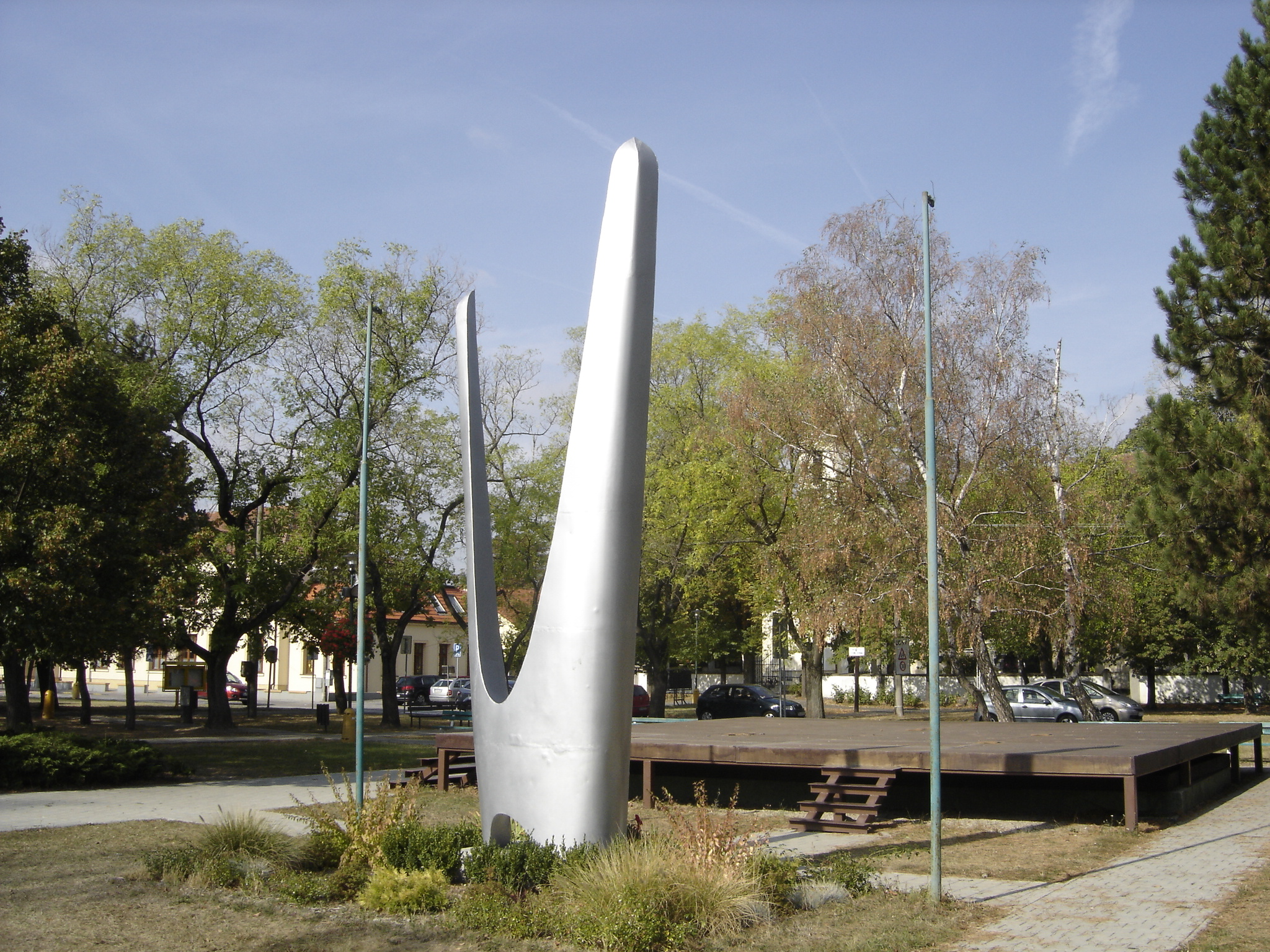
vörös hadsereg emlékműve

#### Szenci járás

##### Gutor

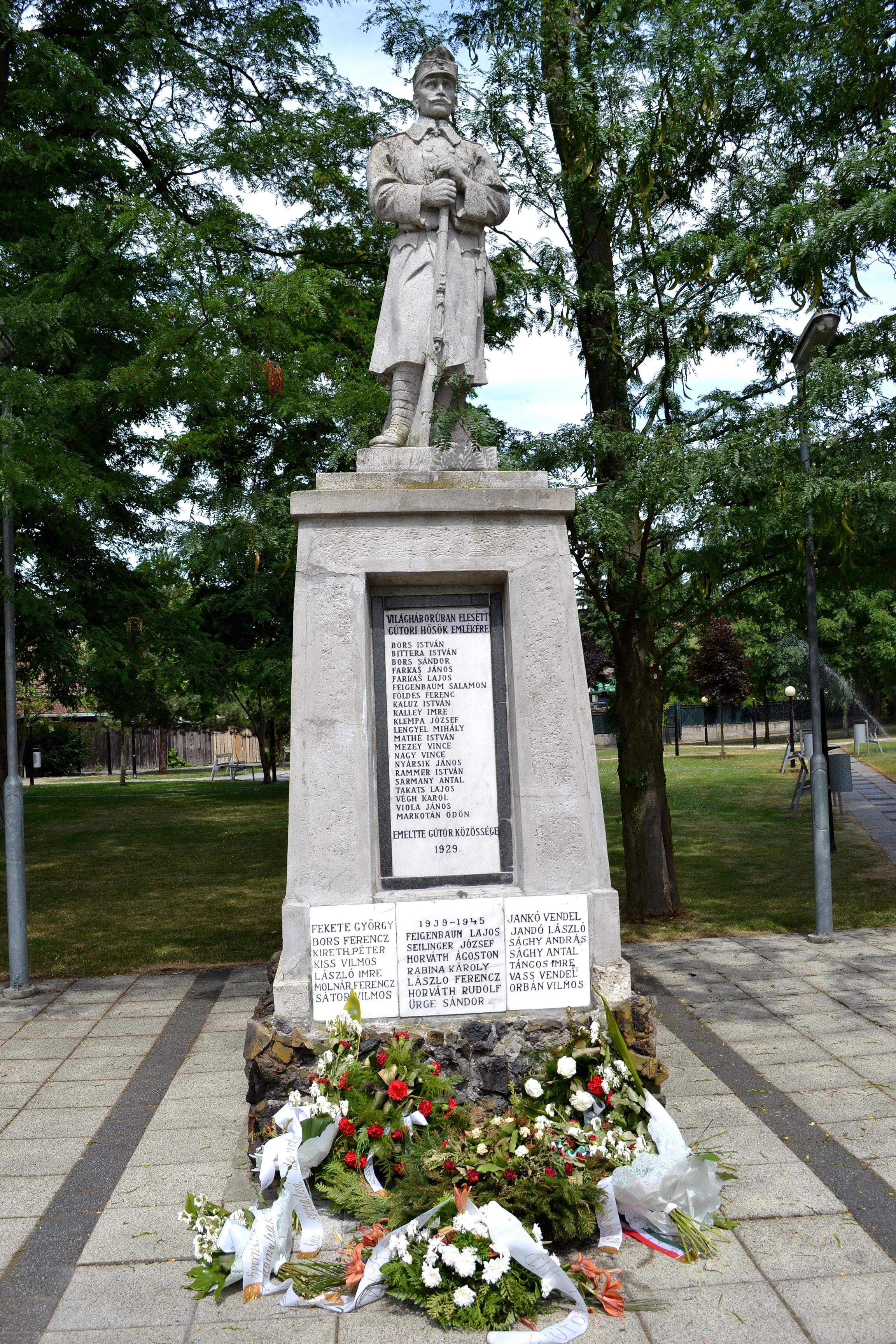
Első világháborús emlékmű, a pozsonyi vashonvéd másolata

Az első világháborúban elesett helybéli hősök emlékművét 1929-ben emelték. Szoboralakja, egy puskájára támaszkodó honvéd, Rigele Alajos alkotása, amely a szobrászművész egy korábbi alkotásának, a pozsonyi vashonvédnek mása.

##### Hegysúr

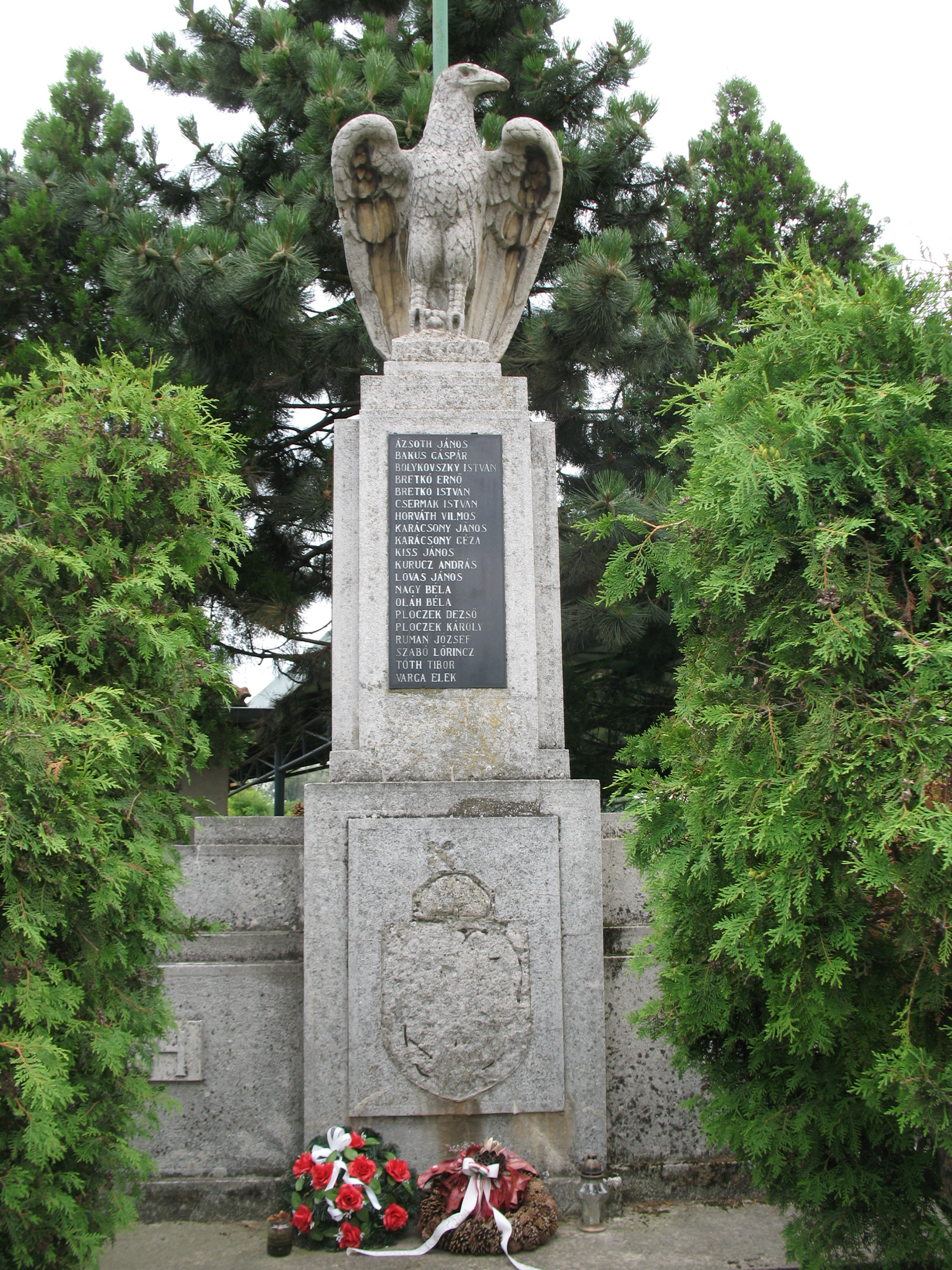

##### Magyarbél

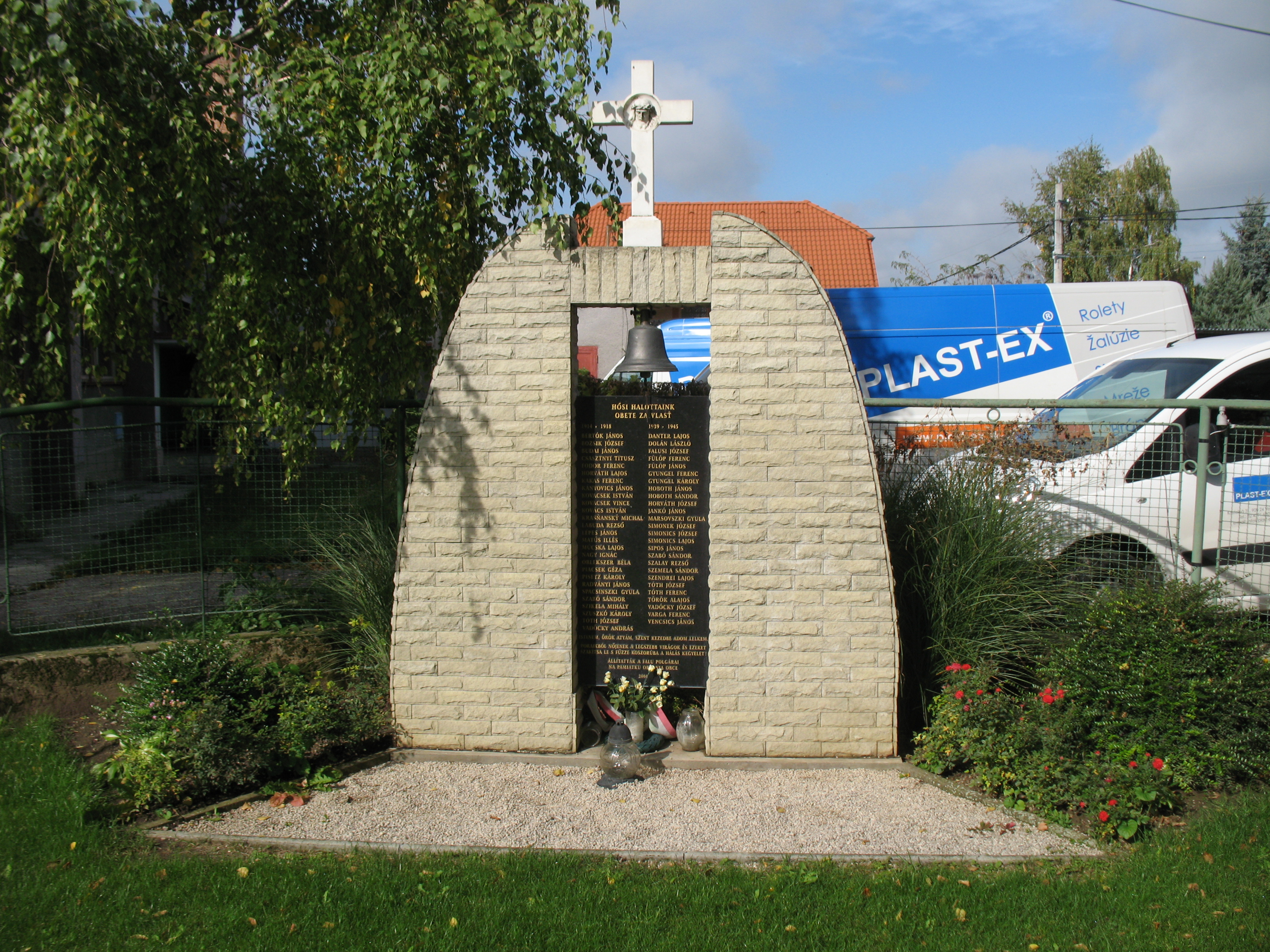

##### Pozsonyivánka

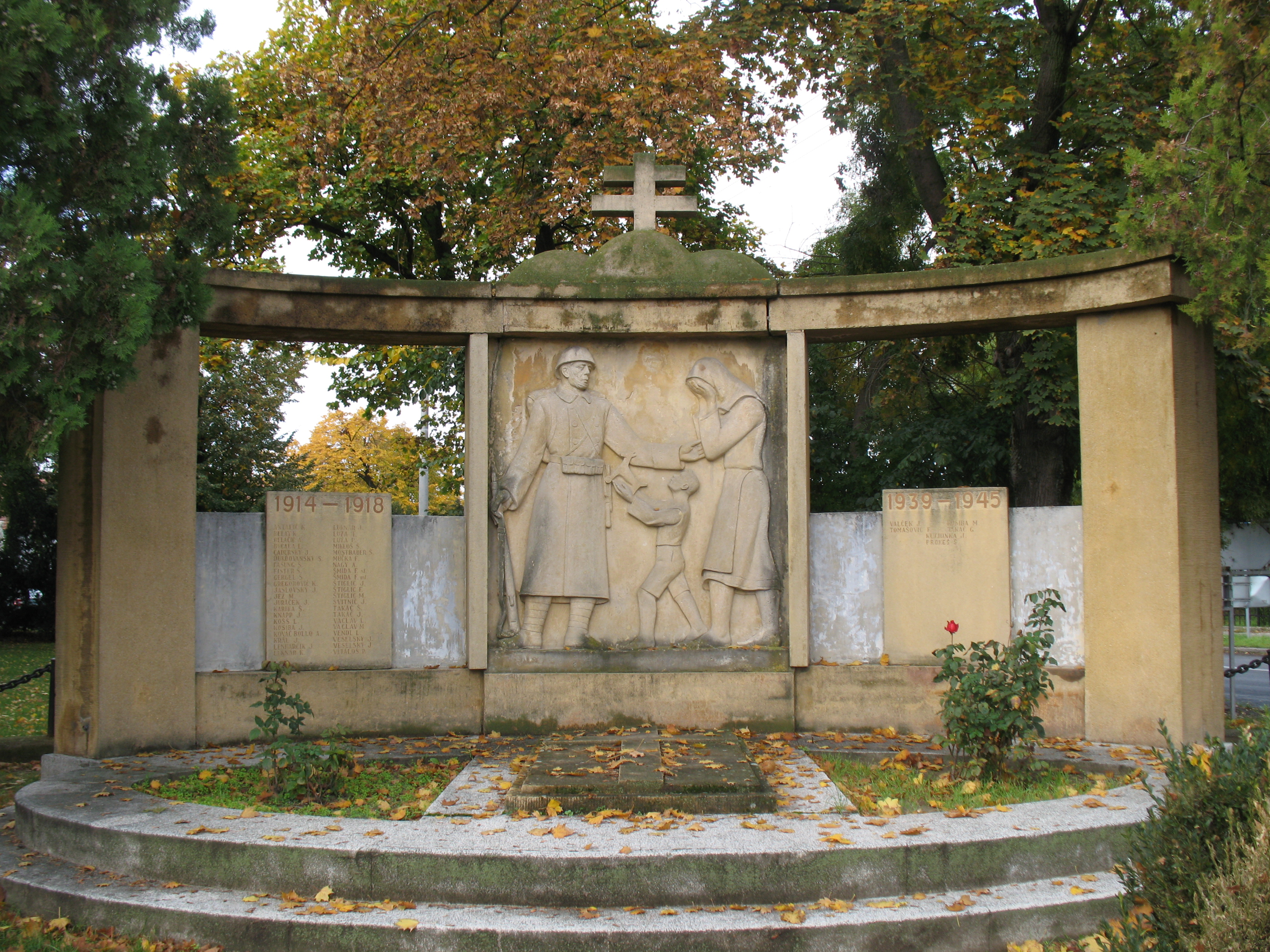

##### Pozsonysárfő

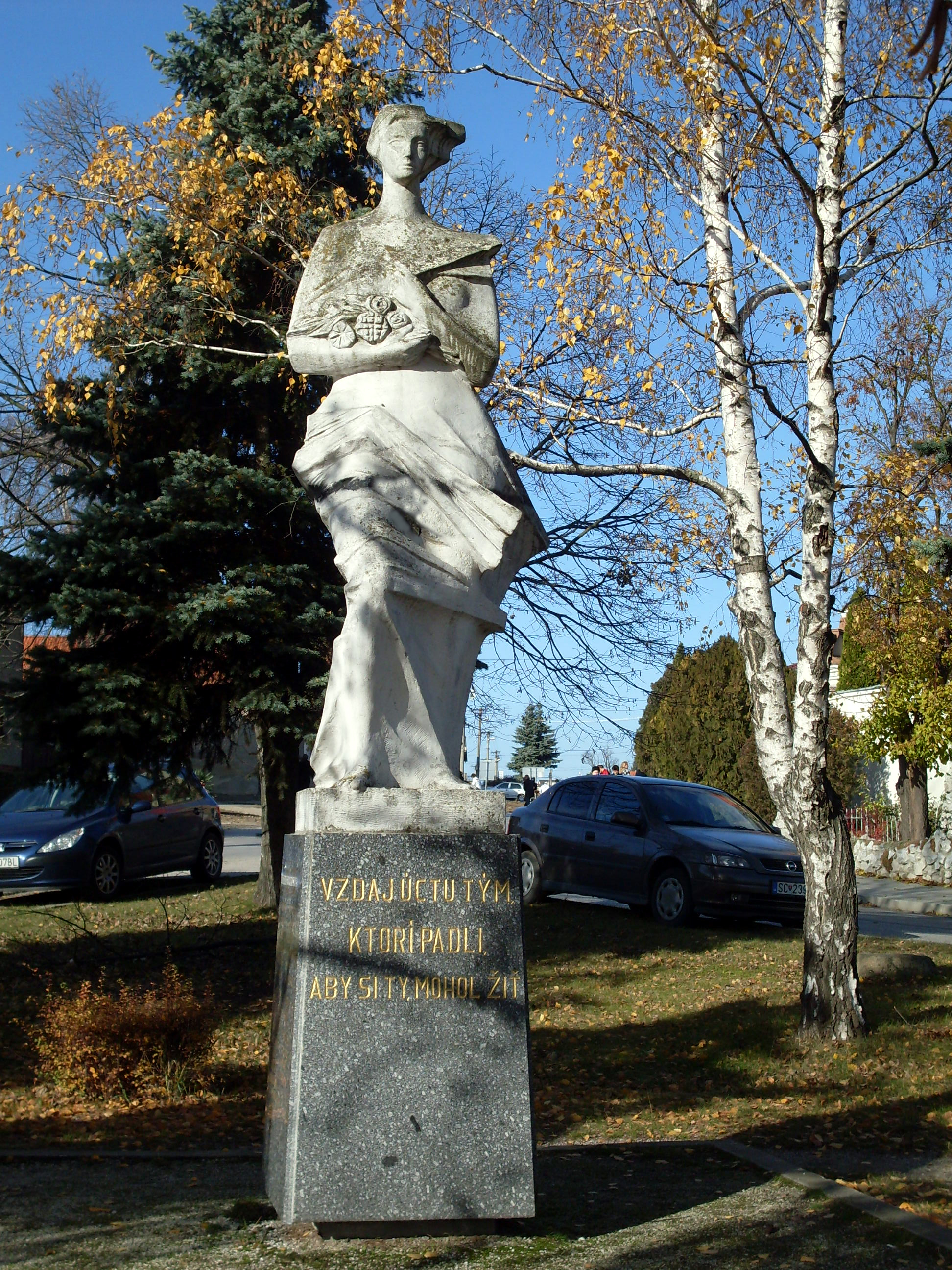
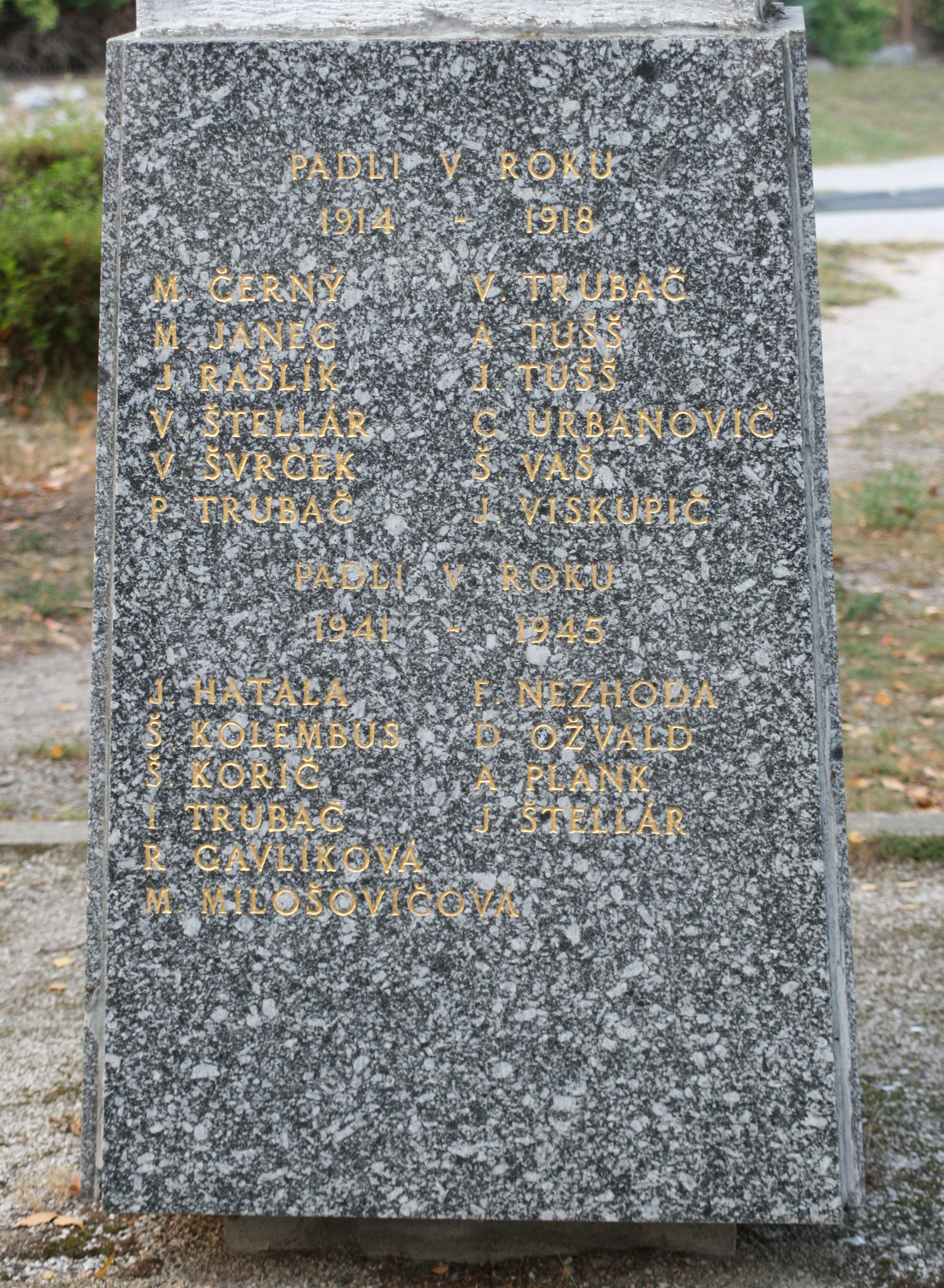
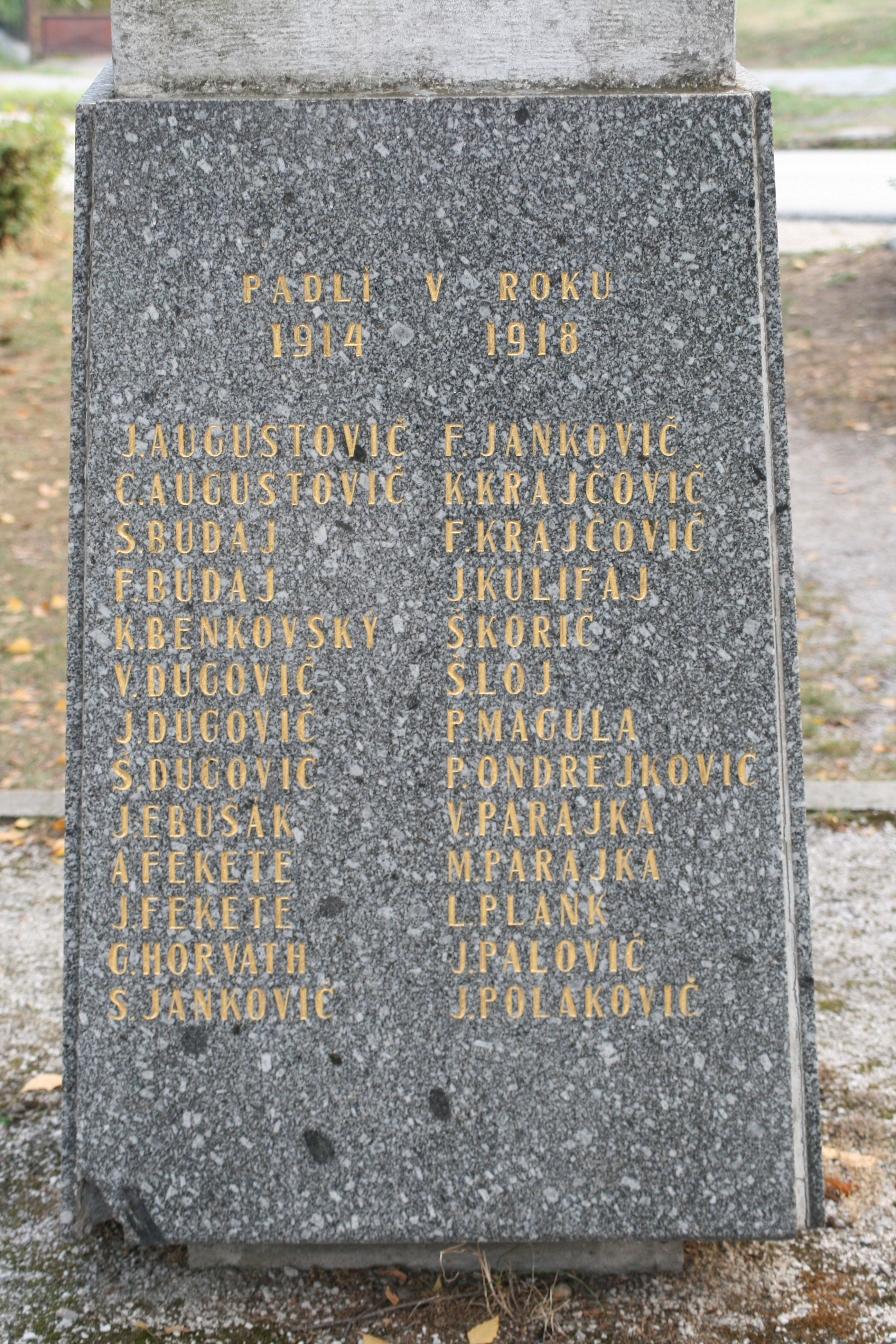

##### Szenc

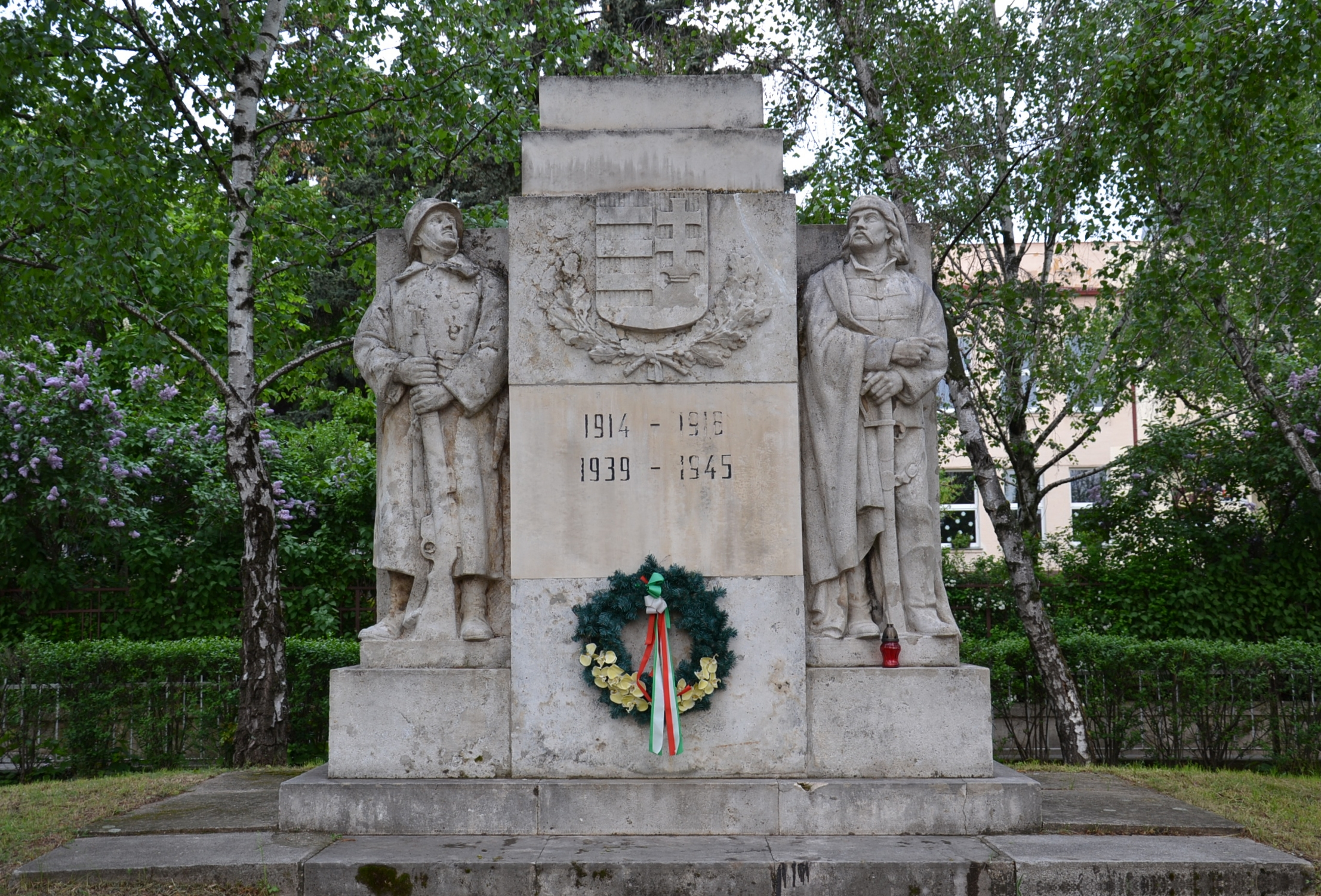

##### Láz

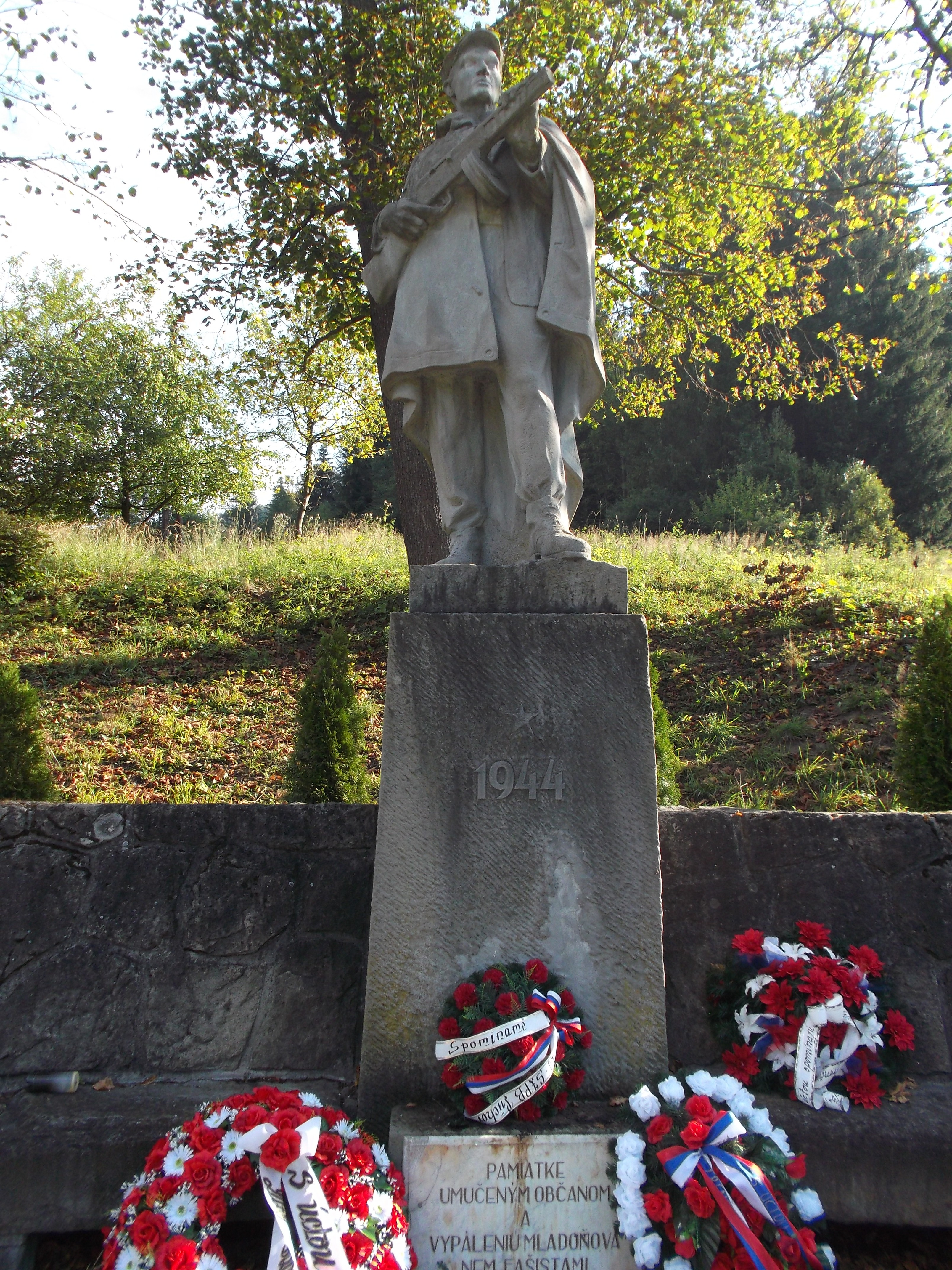

### Trencséni kerület

#### Báni járás

##### Bán

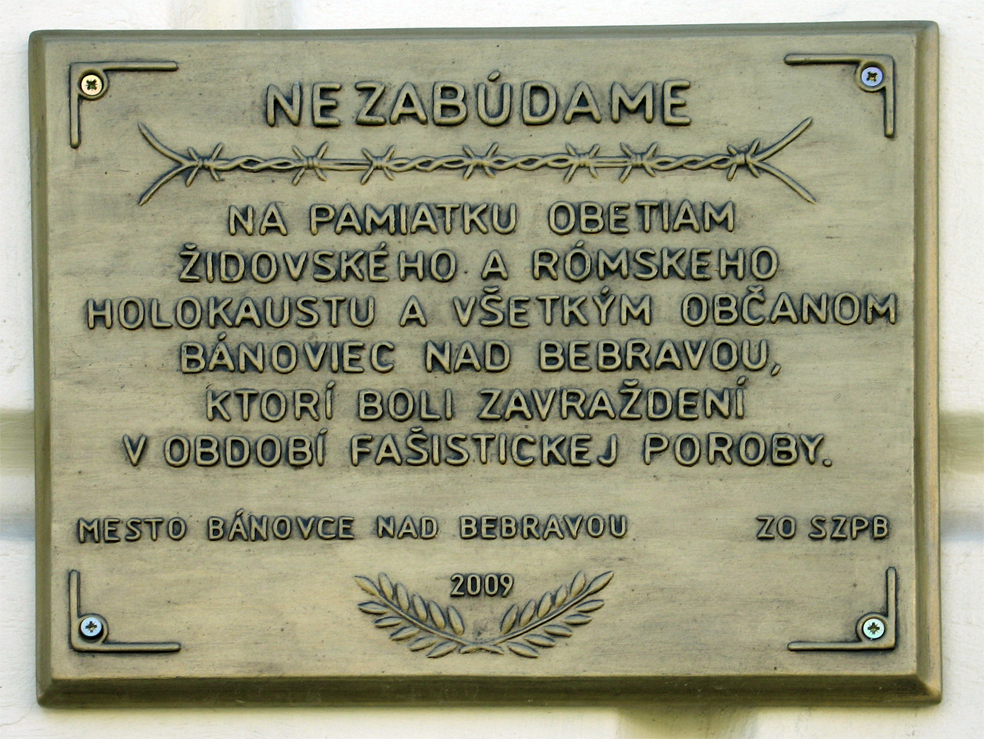
Holokauszt emléktábla

#### Privigyei járás

##### Nyitrabánya

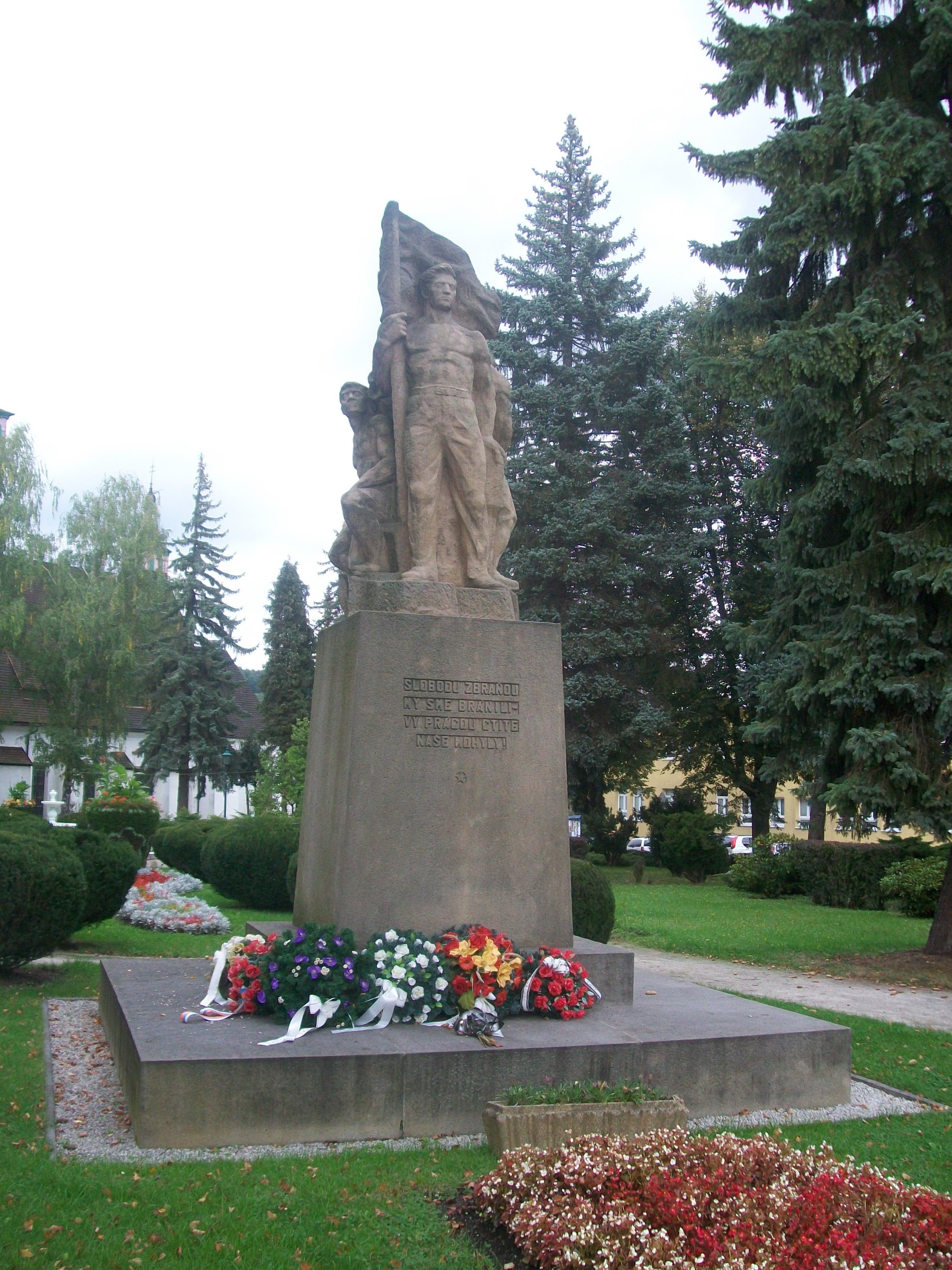
SzNF emlékmű
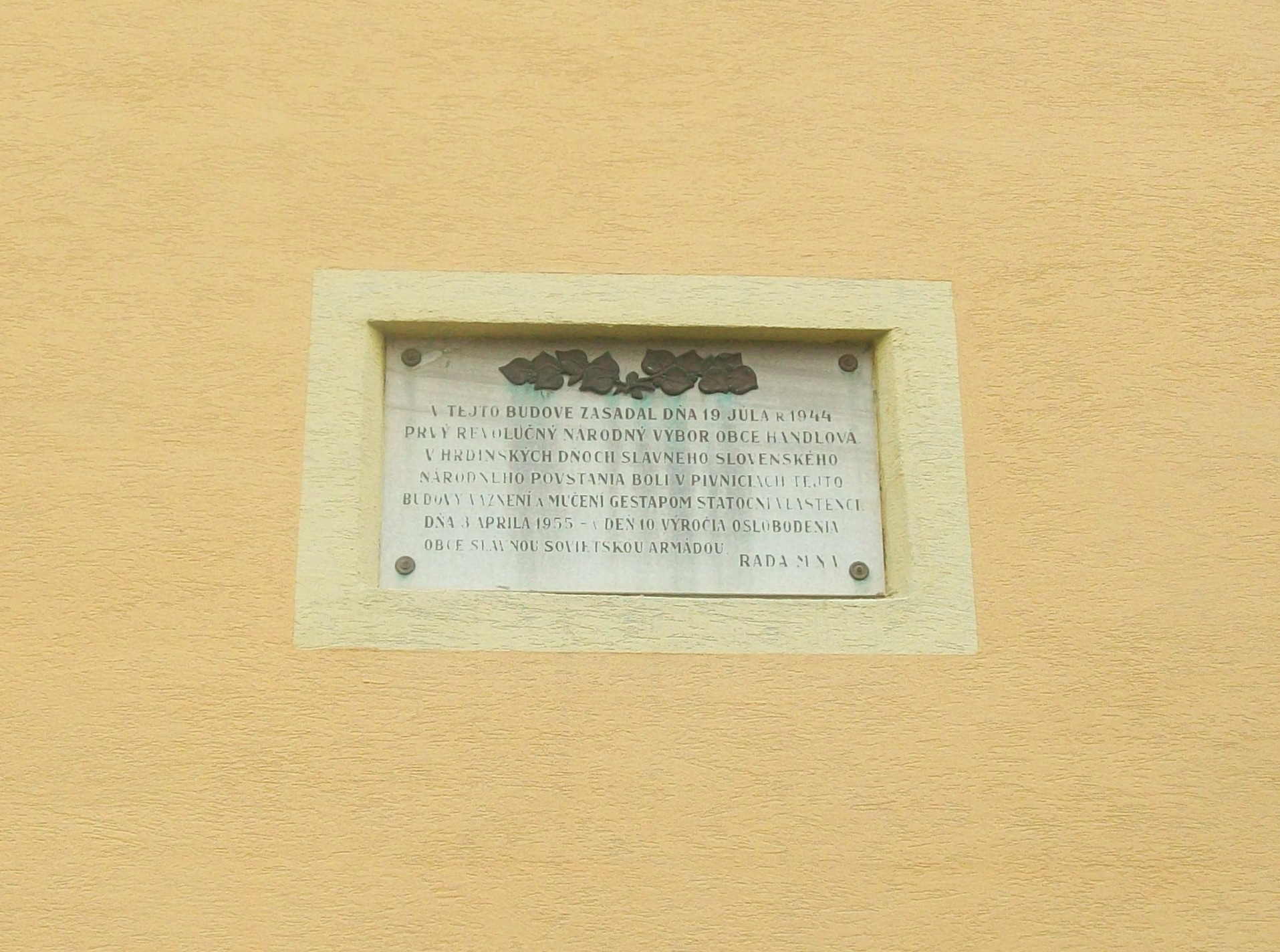

#### Simonyi járás

##### Kalacsna

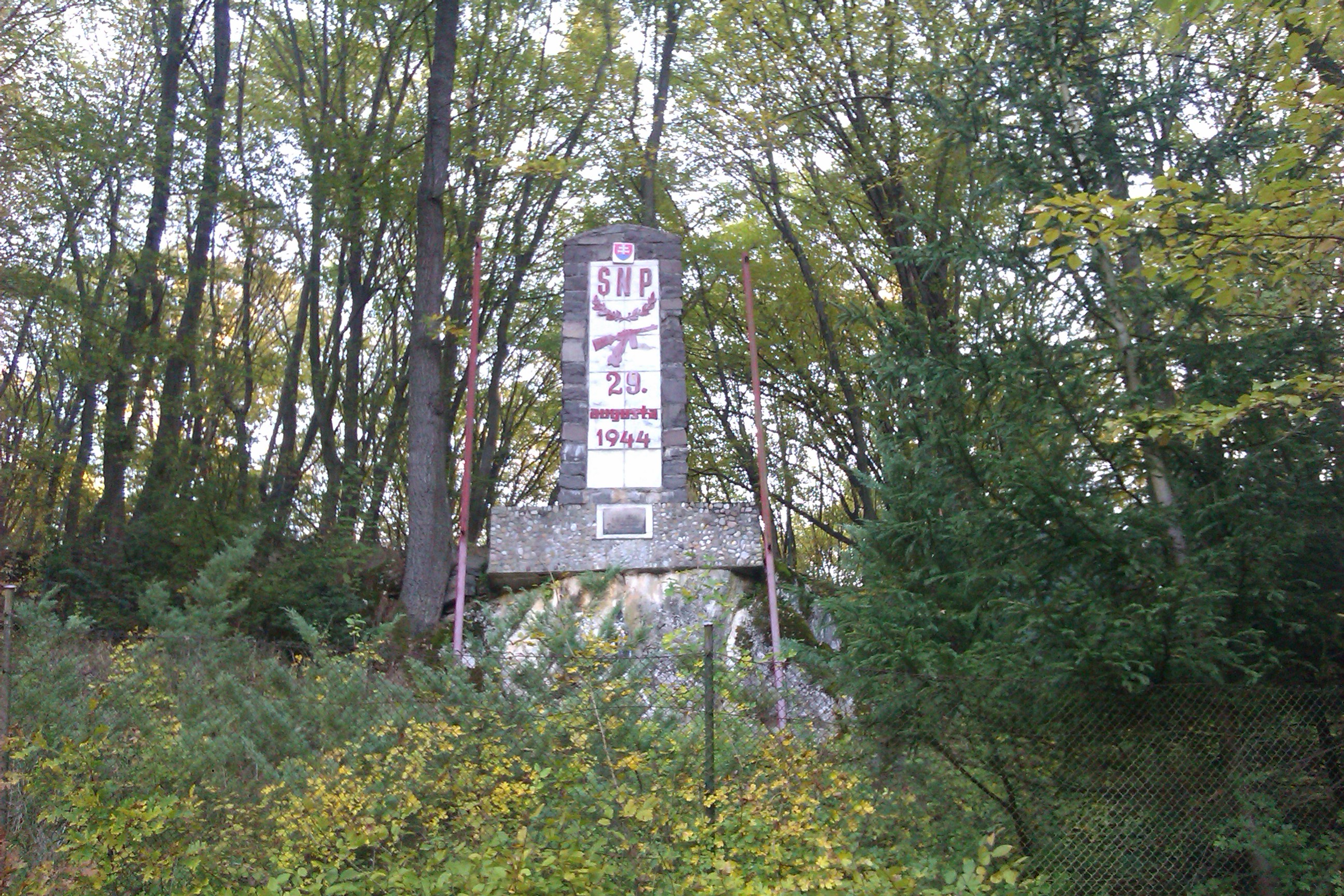
A SzNF emlékműve

#### Trecséni járás

##### Trencsén

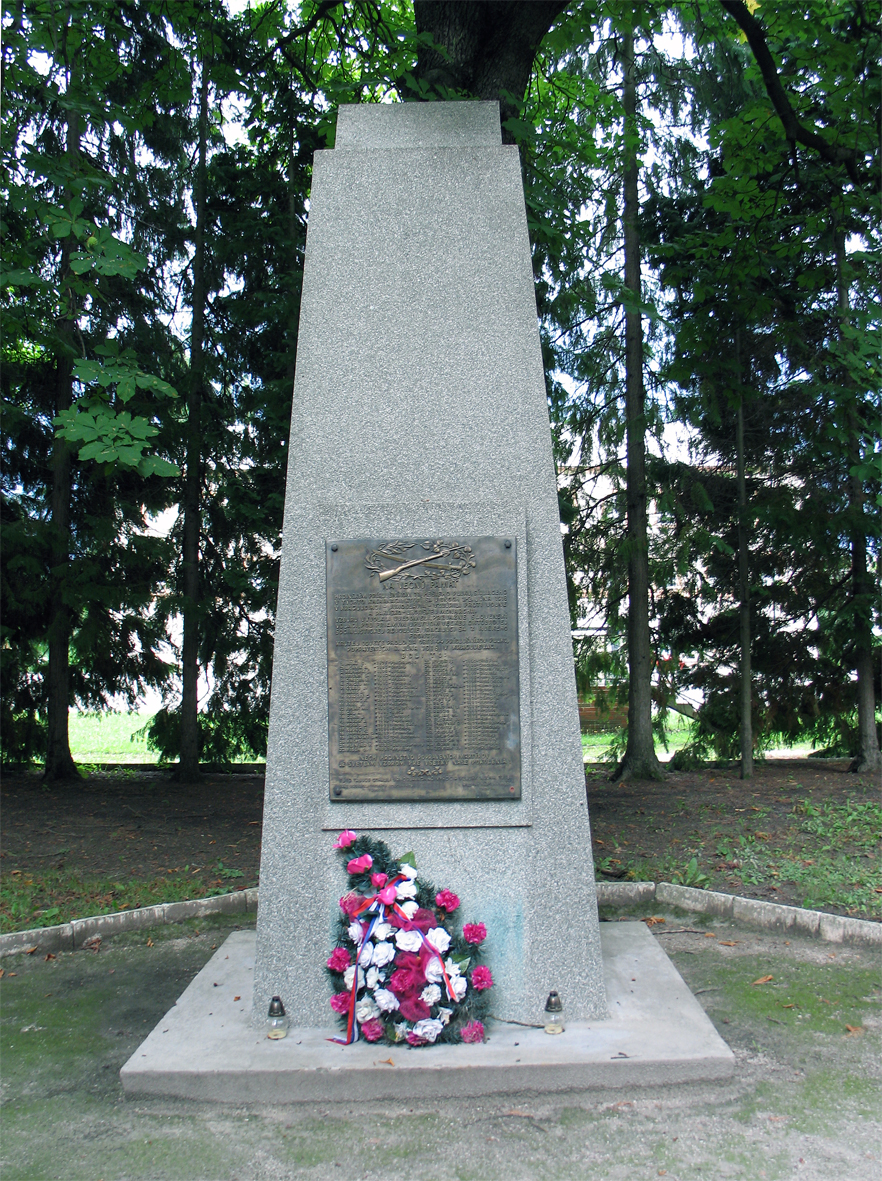
A kragujevaci kivégzett katonák emlékműve
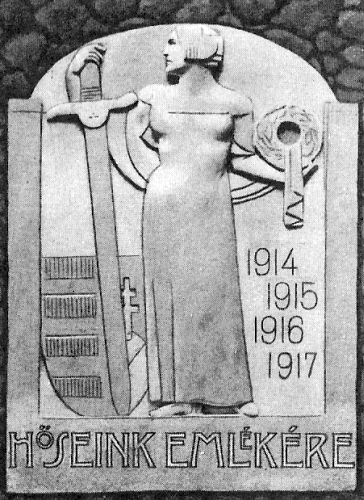
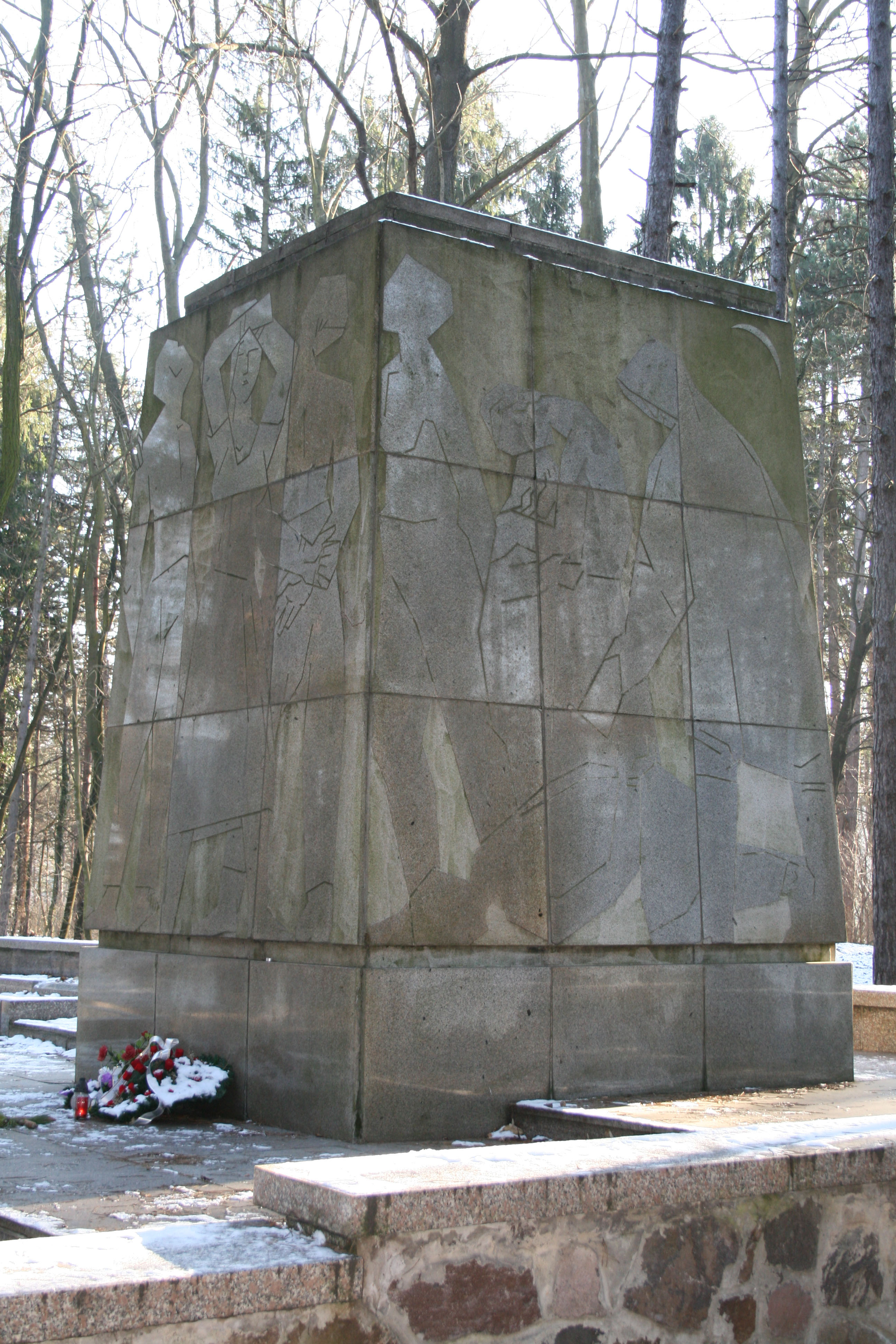
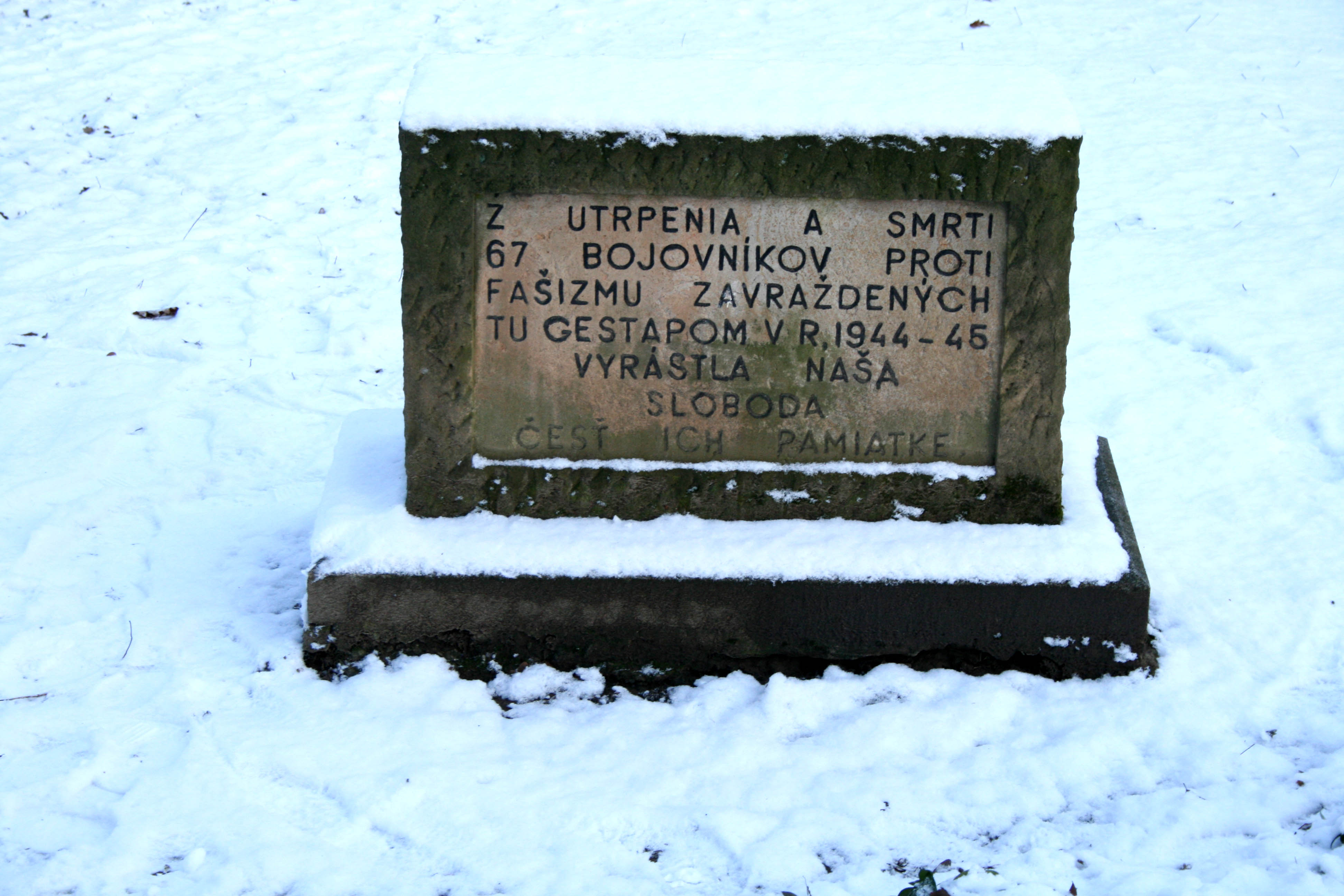

##### Trencsénmitta

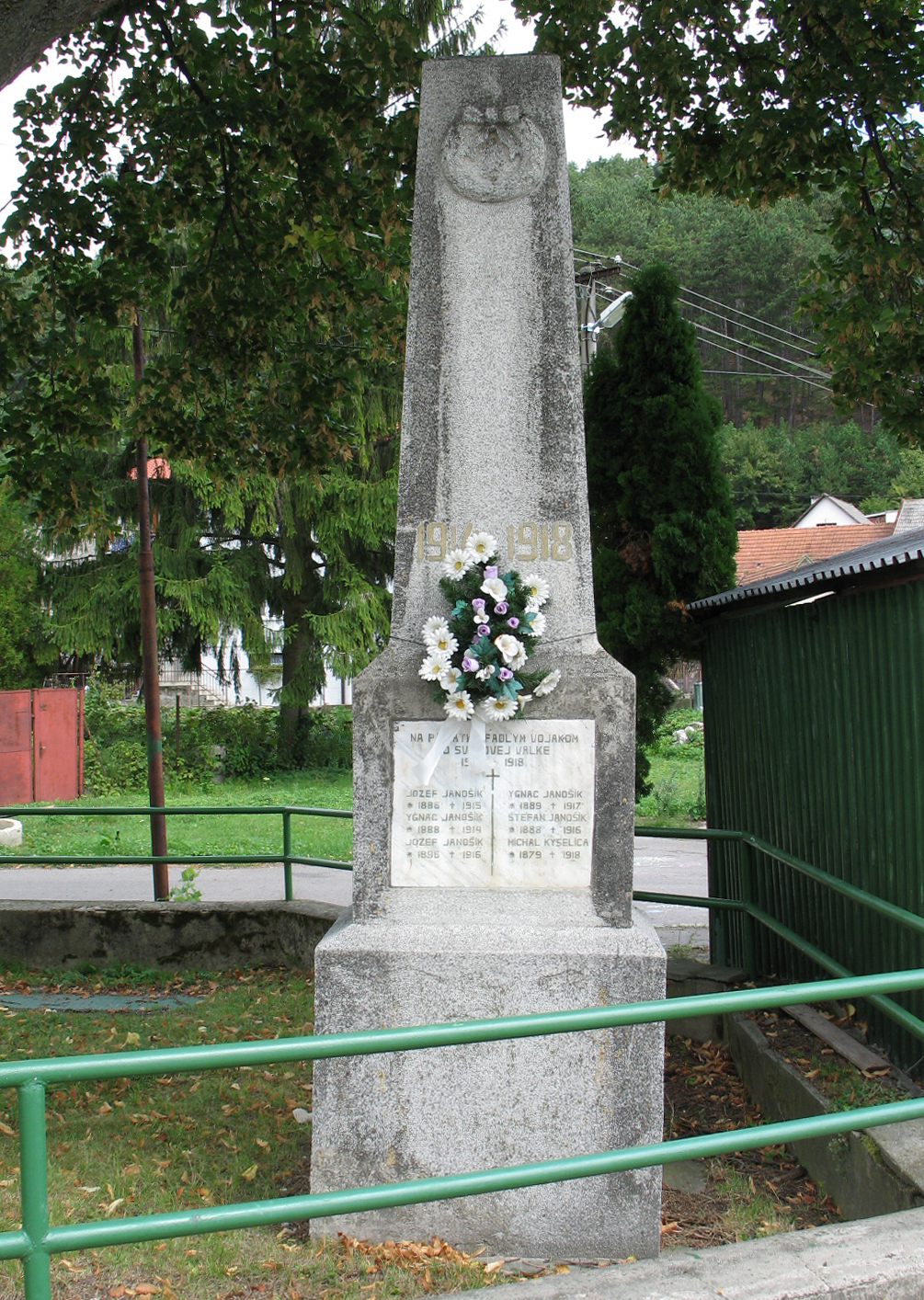
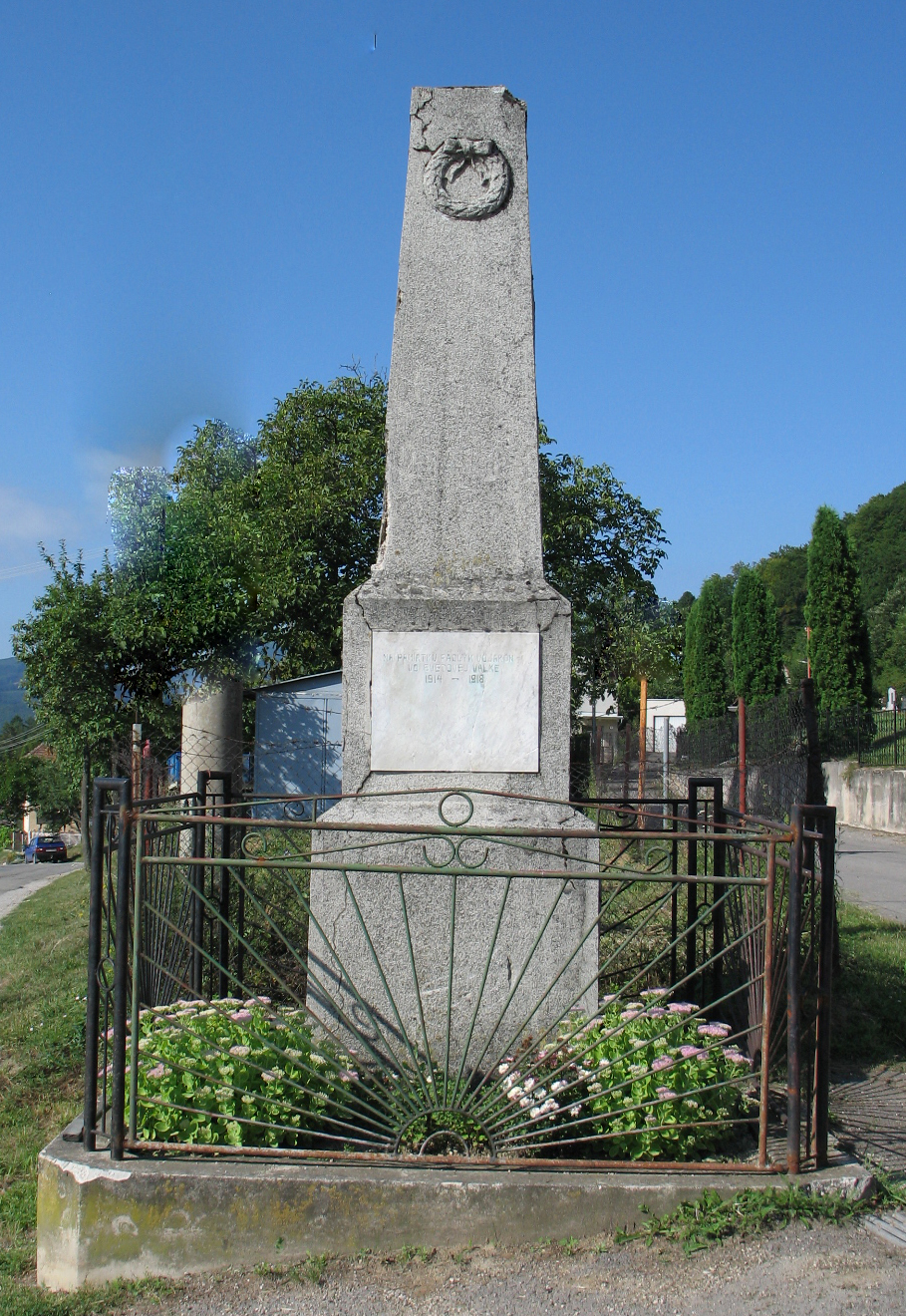

##### Barossháza

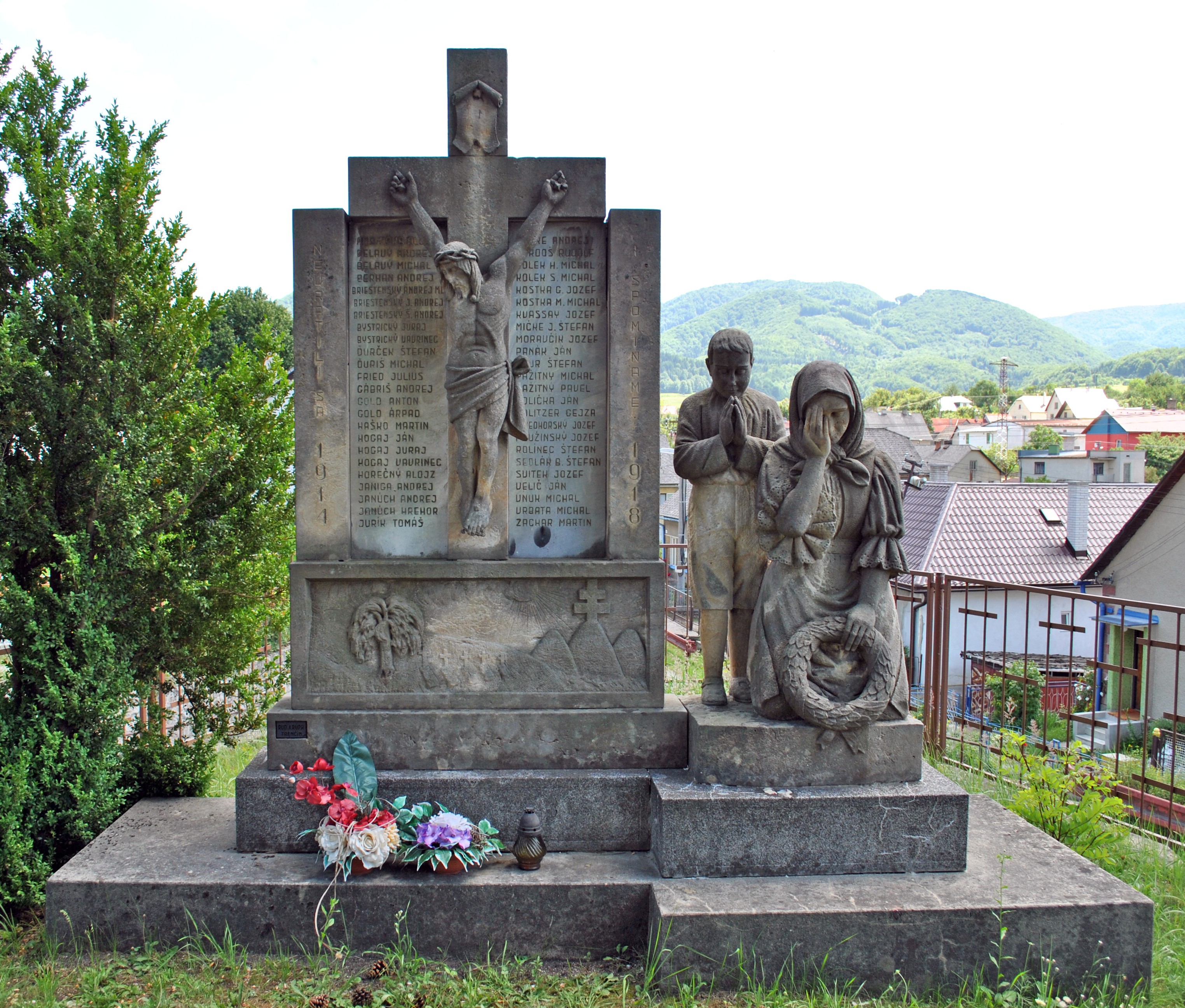

##### Lobonya

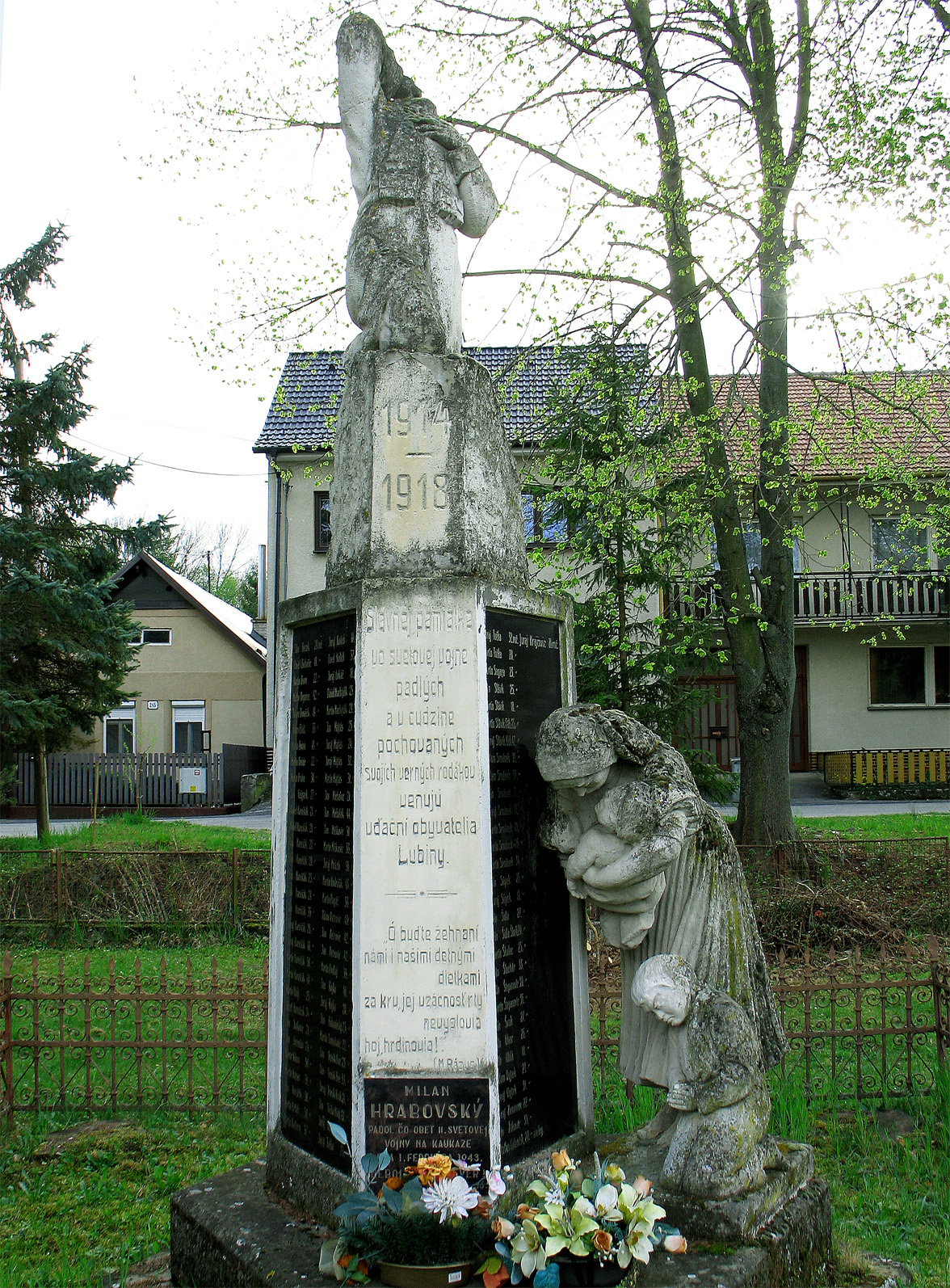

### Zsolnai kerület

#### Alsókubini járás

##### Alsókubin

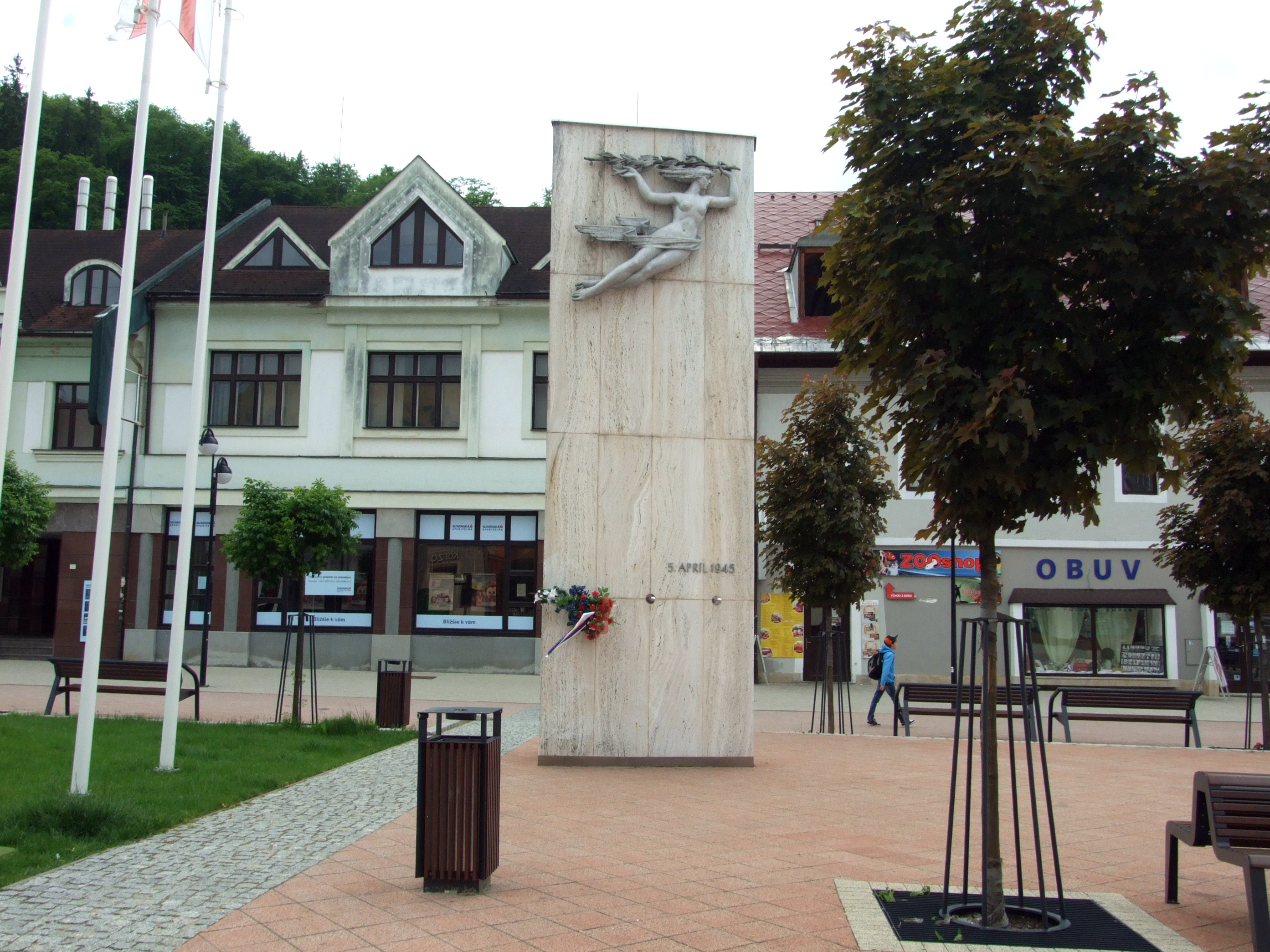
Szovjet hadsereg emlékműve

##### Stubnyafürdő

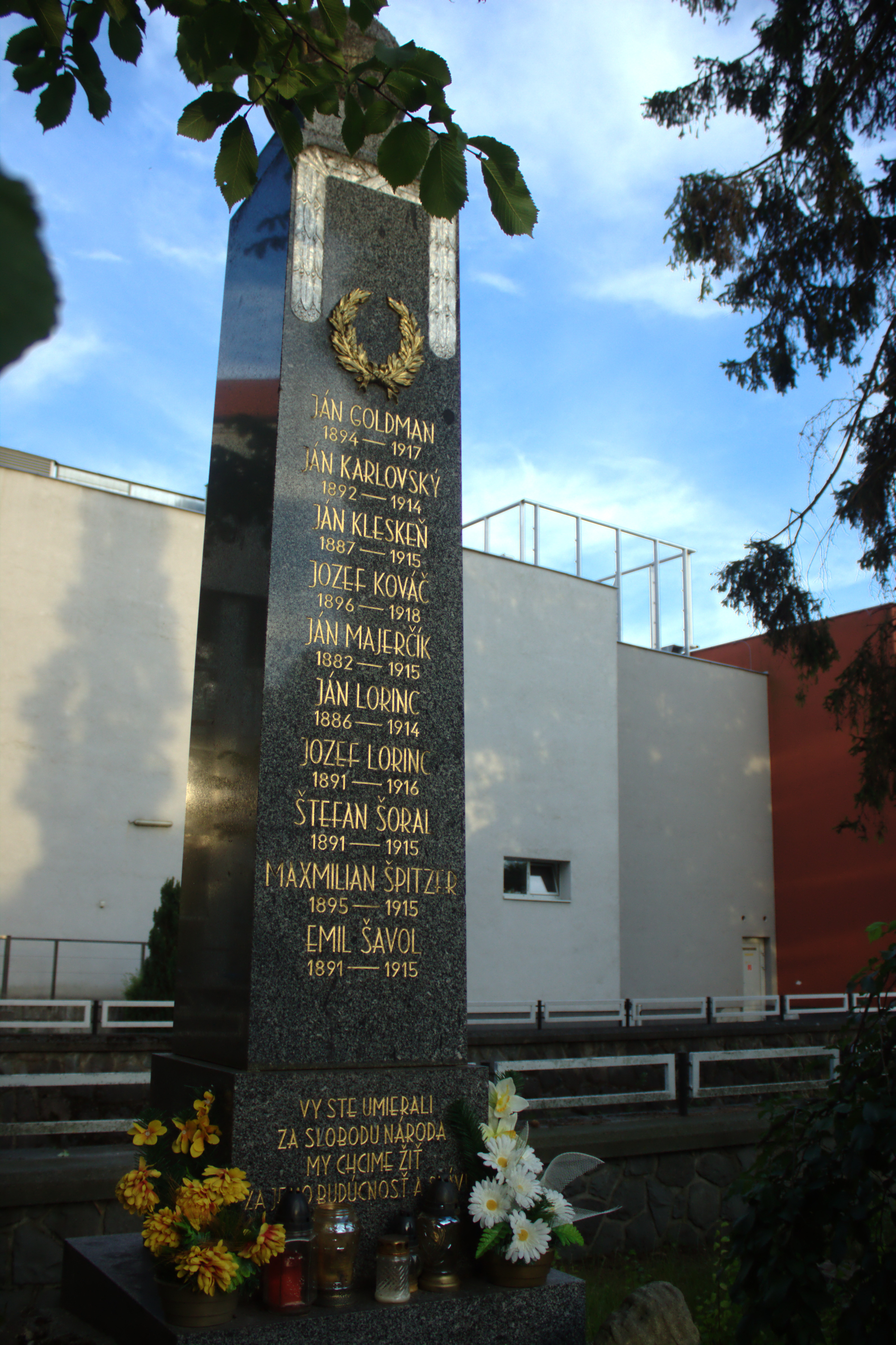

##### Turócnémeti

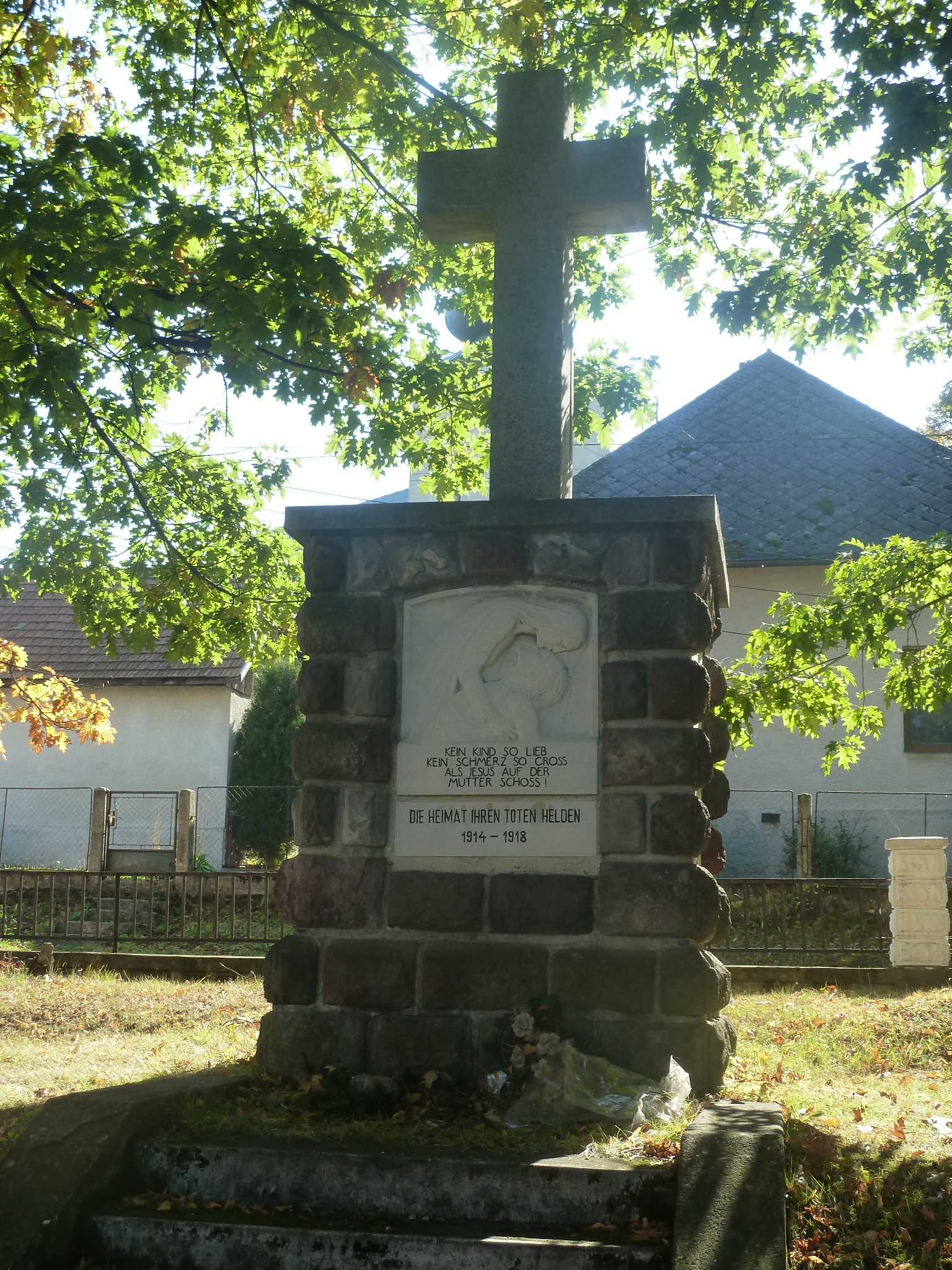
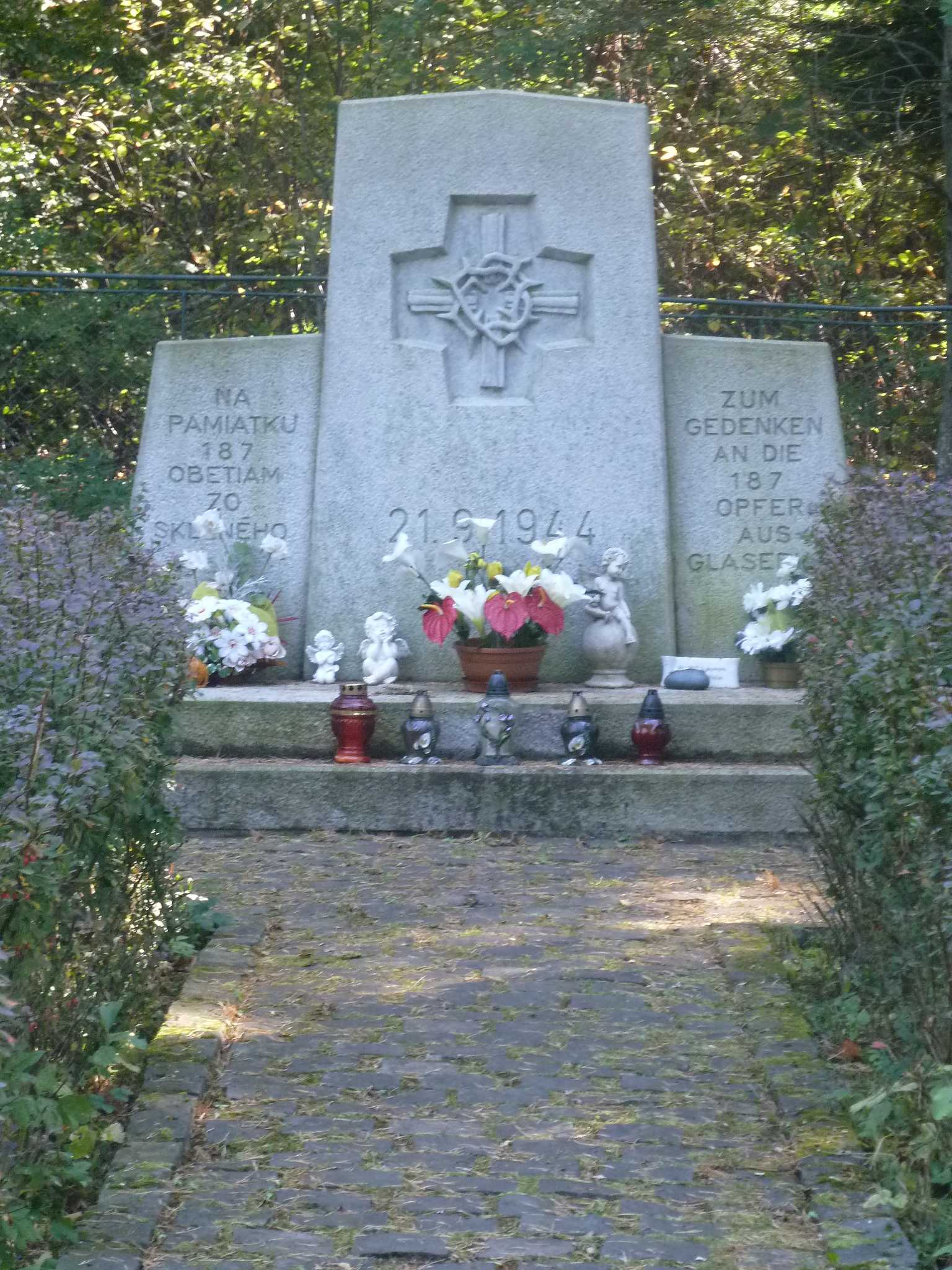

##### Kerpelény

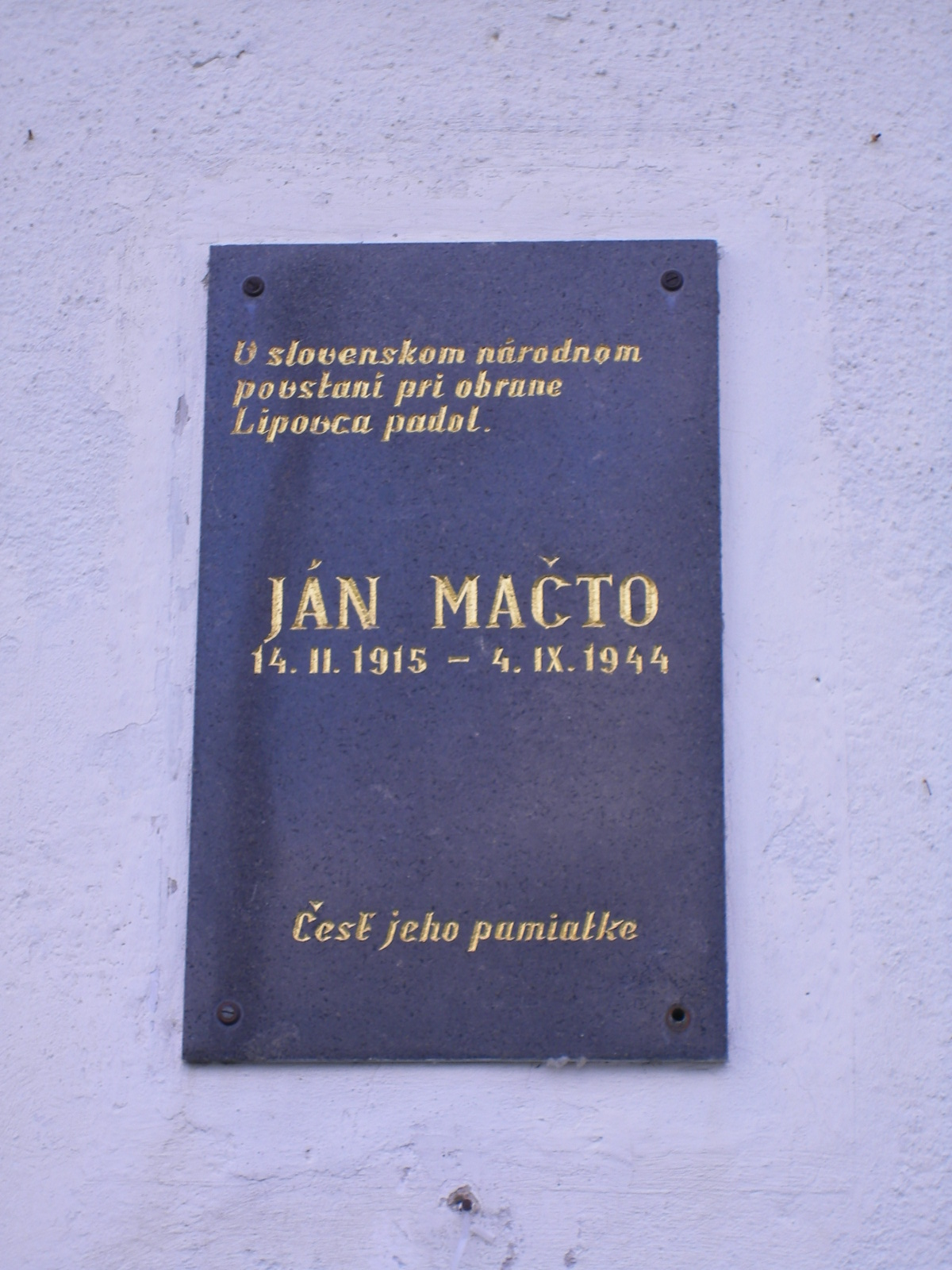

##### Kostyán

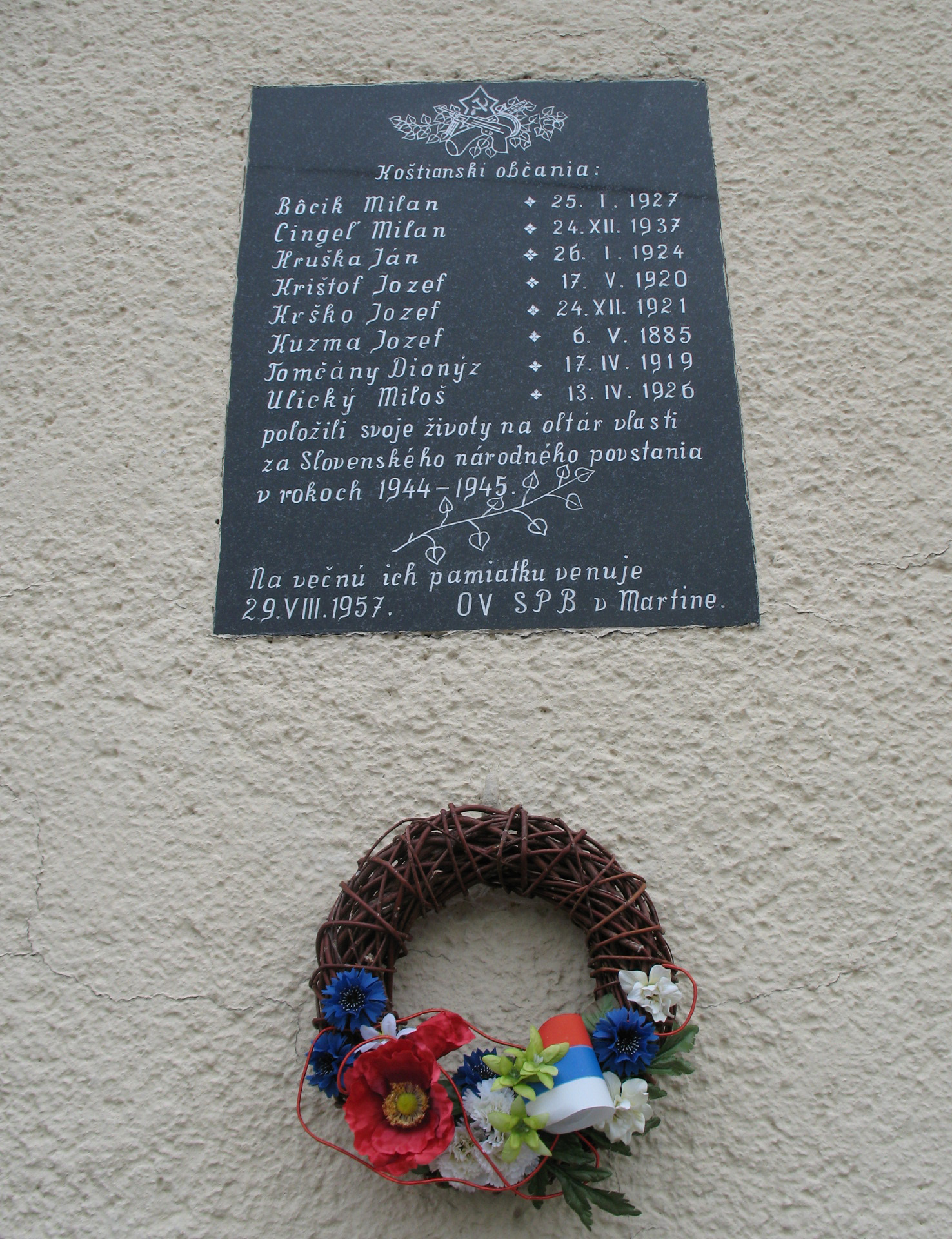
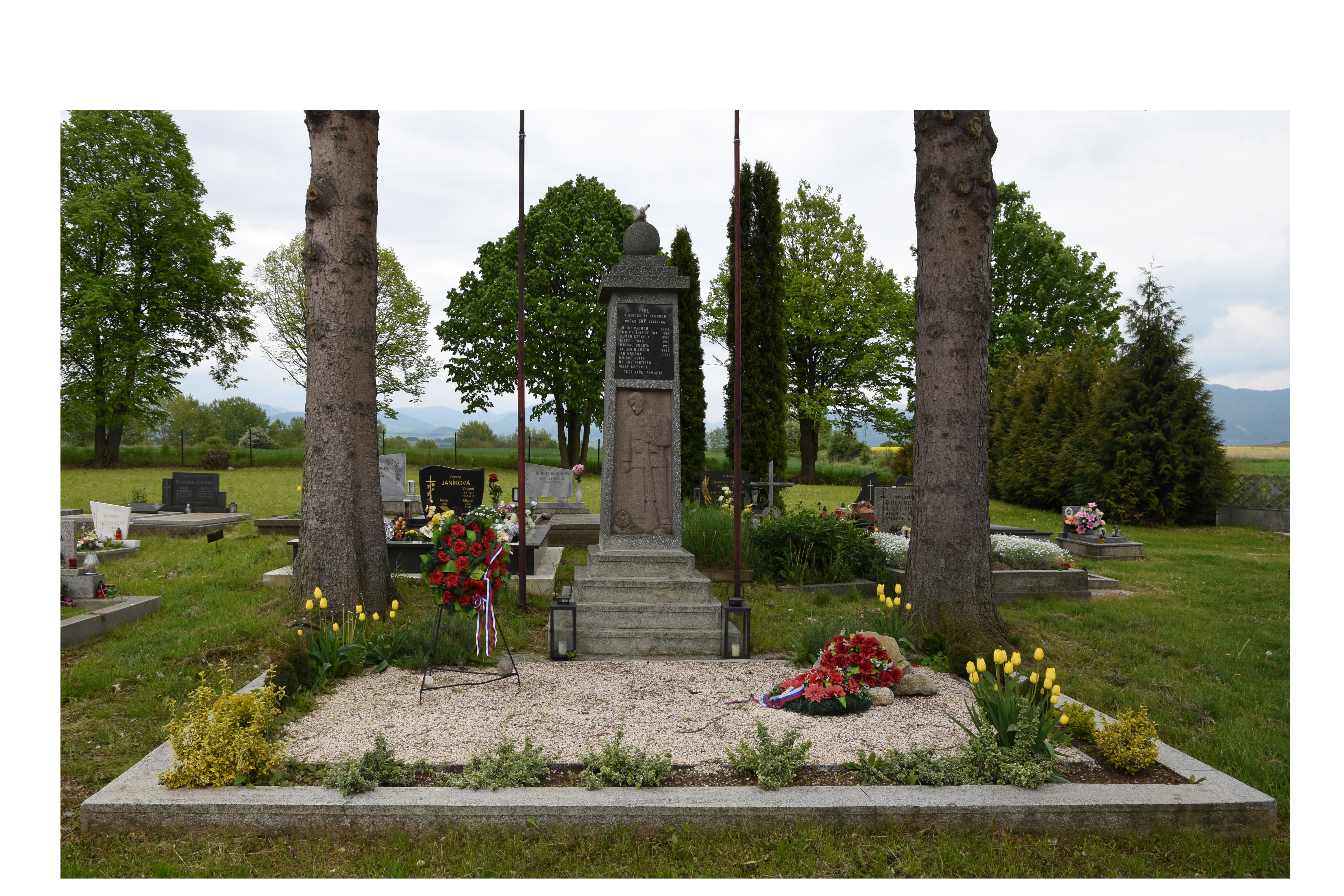

##### Ruttka

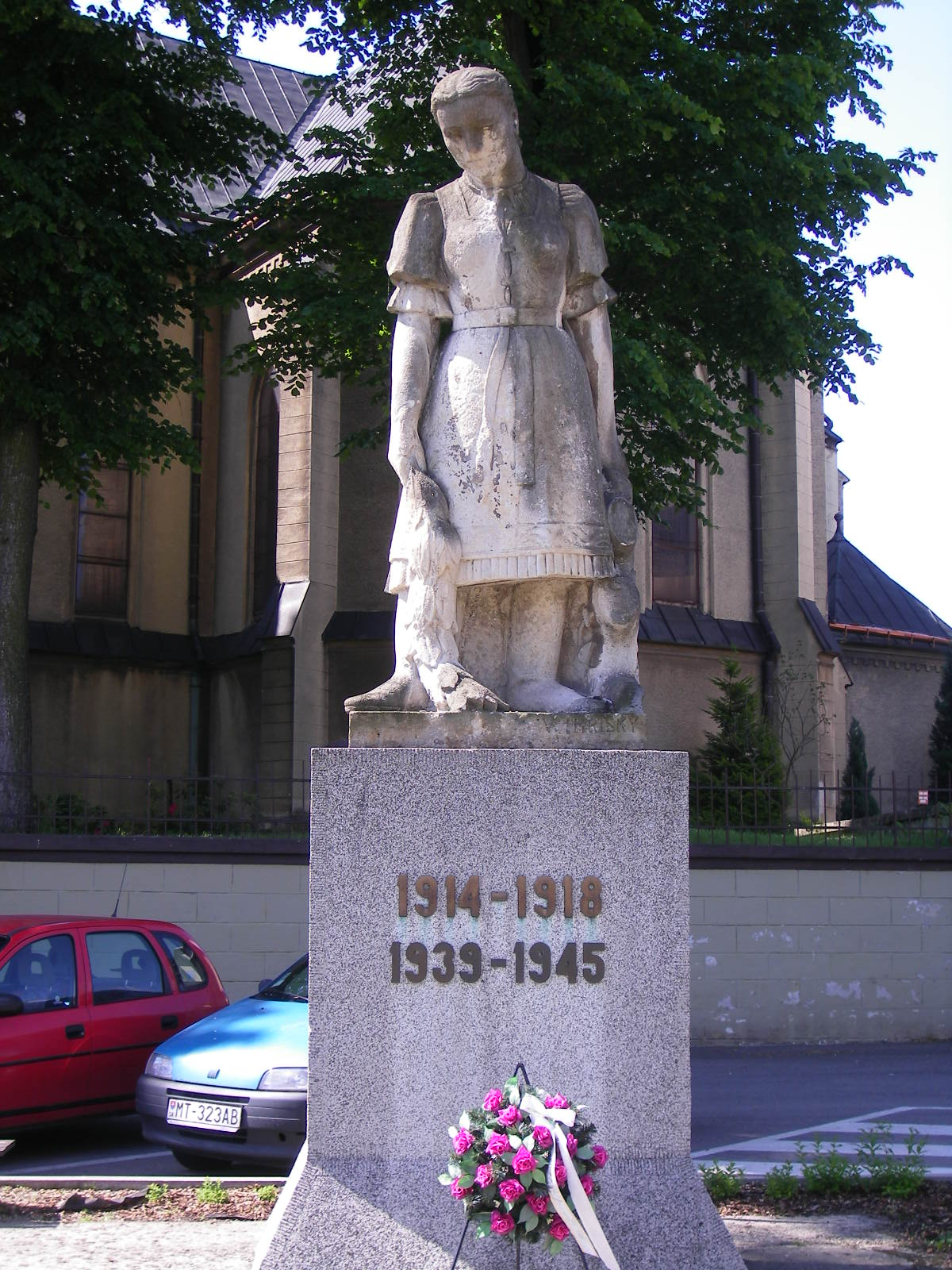
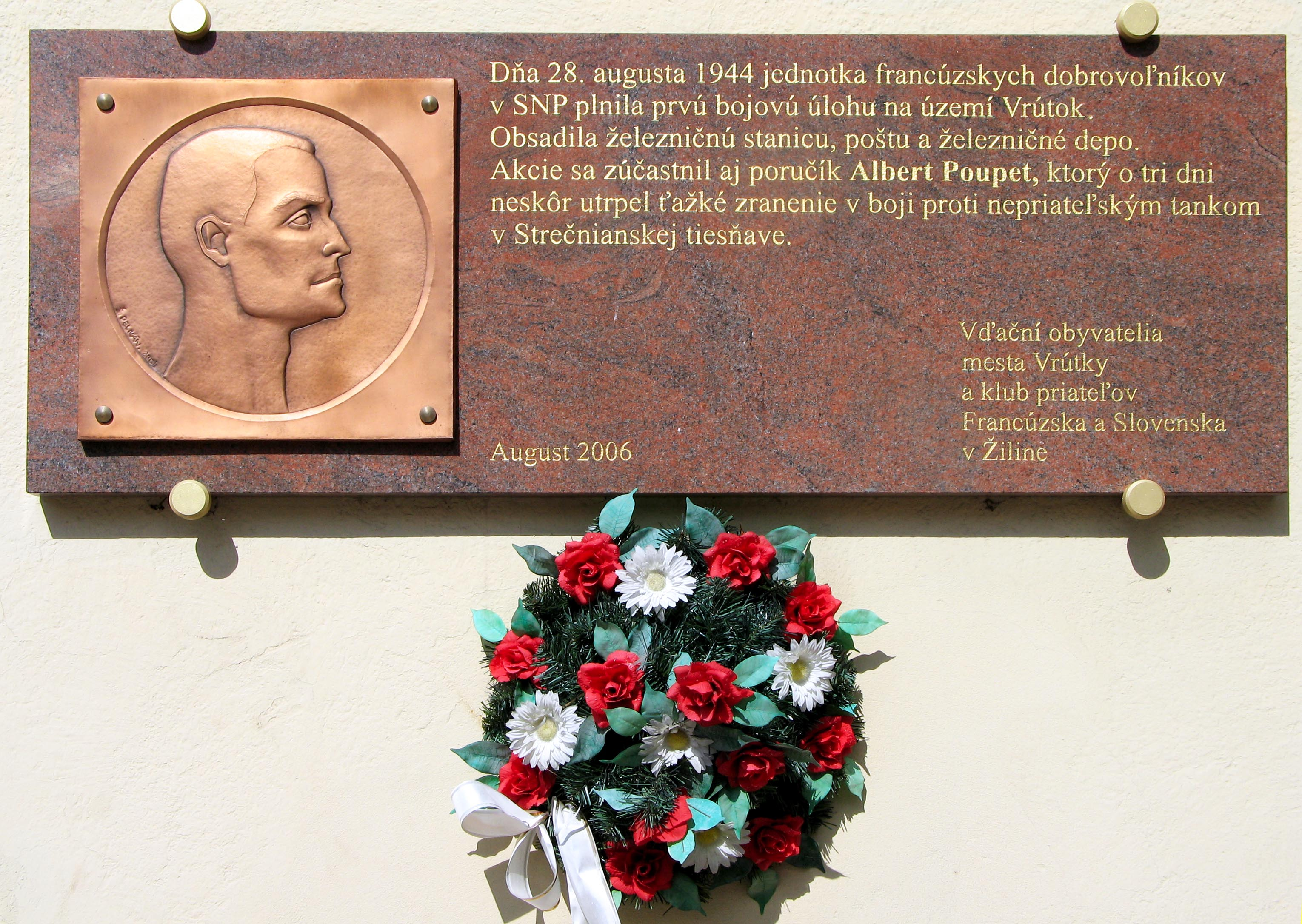

##### Szucsány

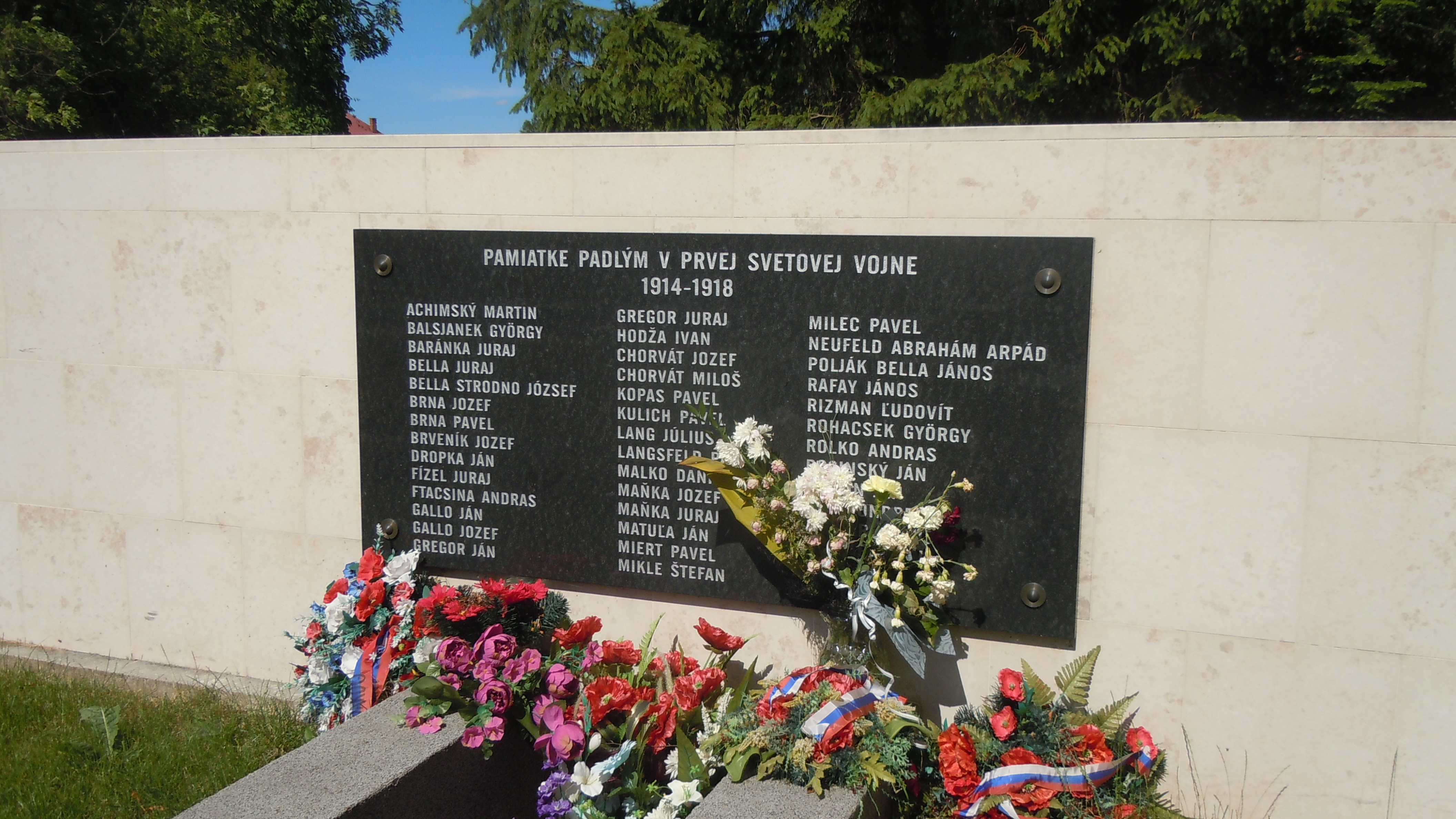
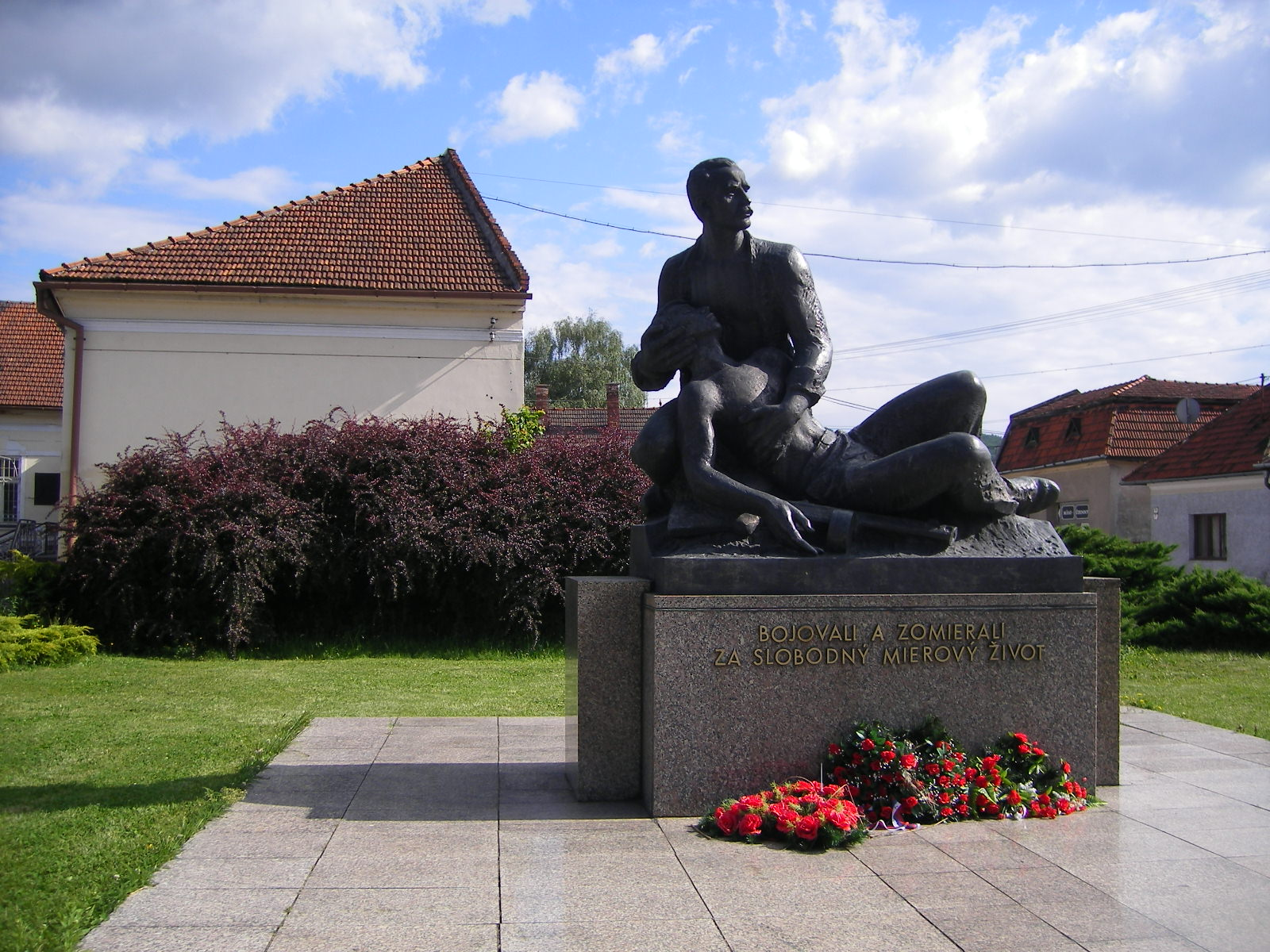
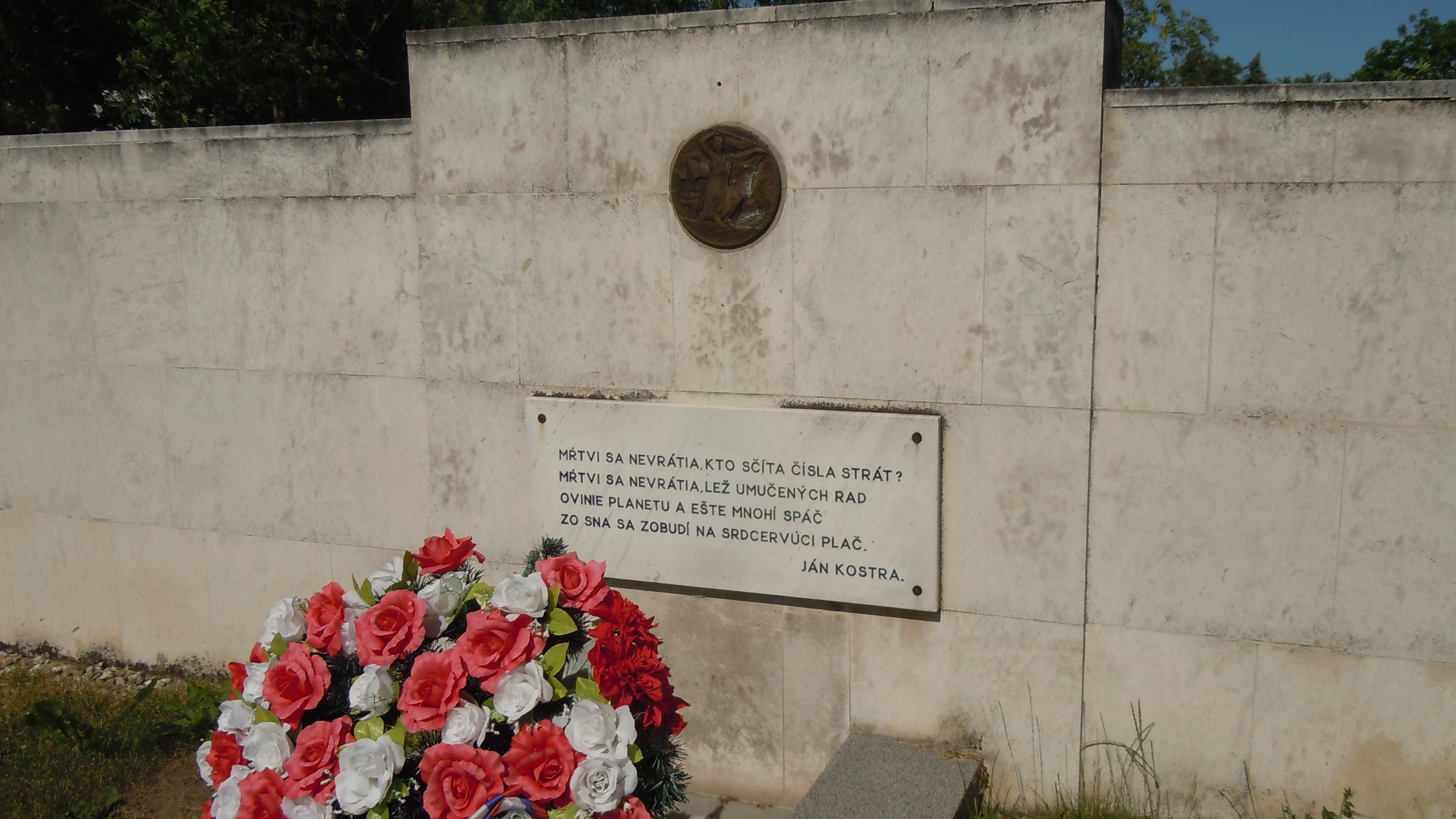

##### Felsőosztorány

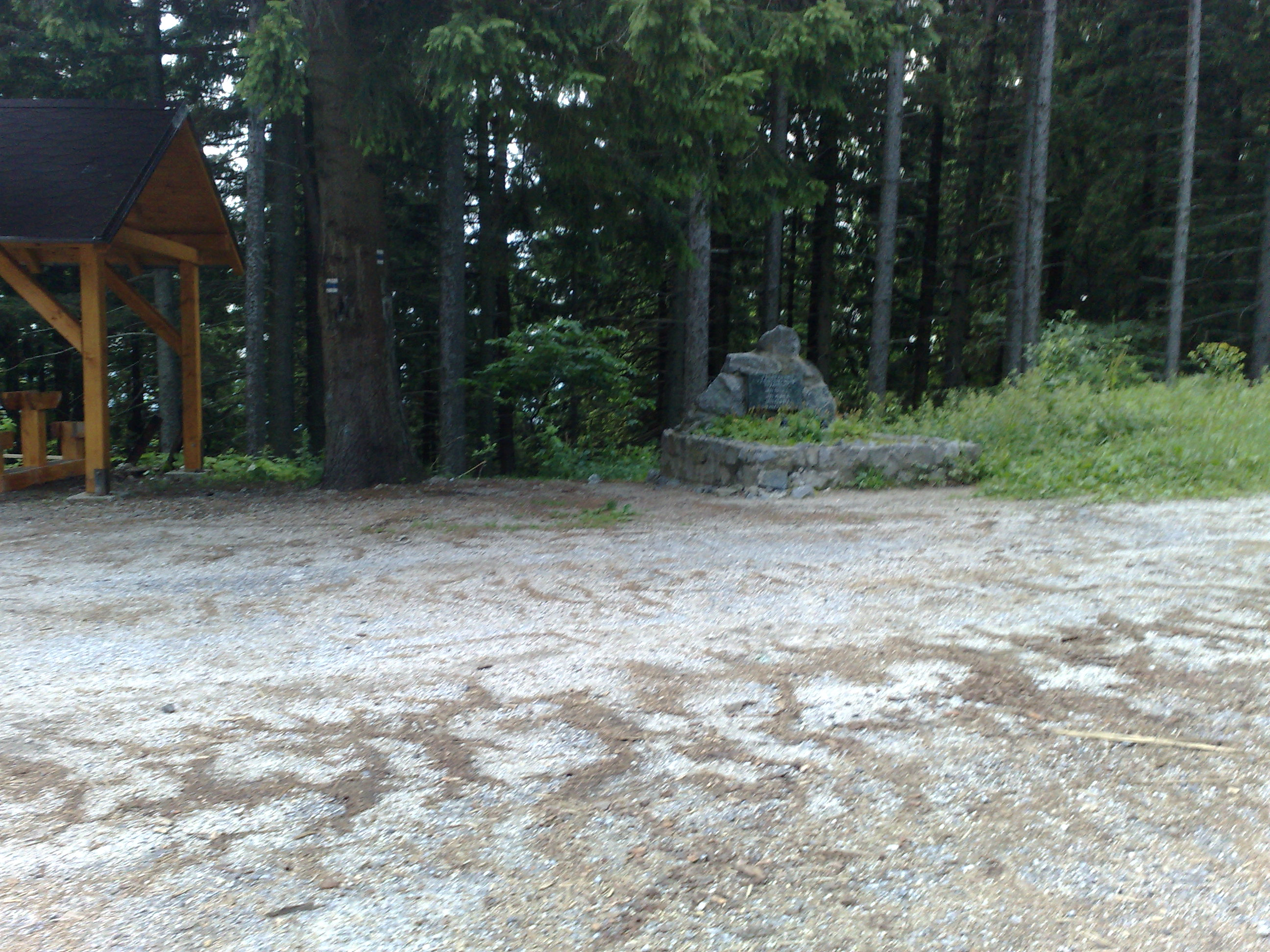
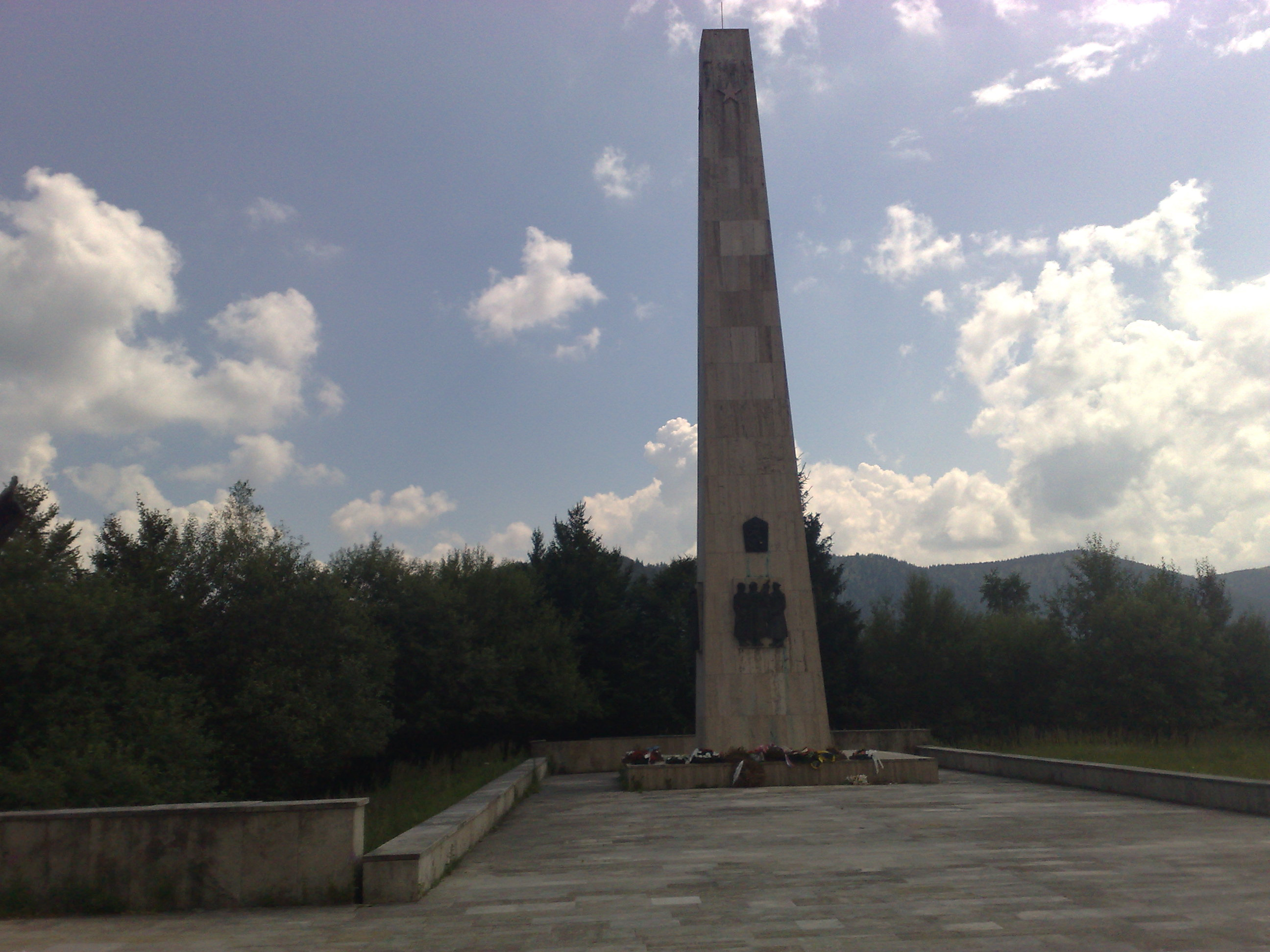
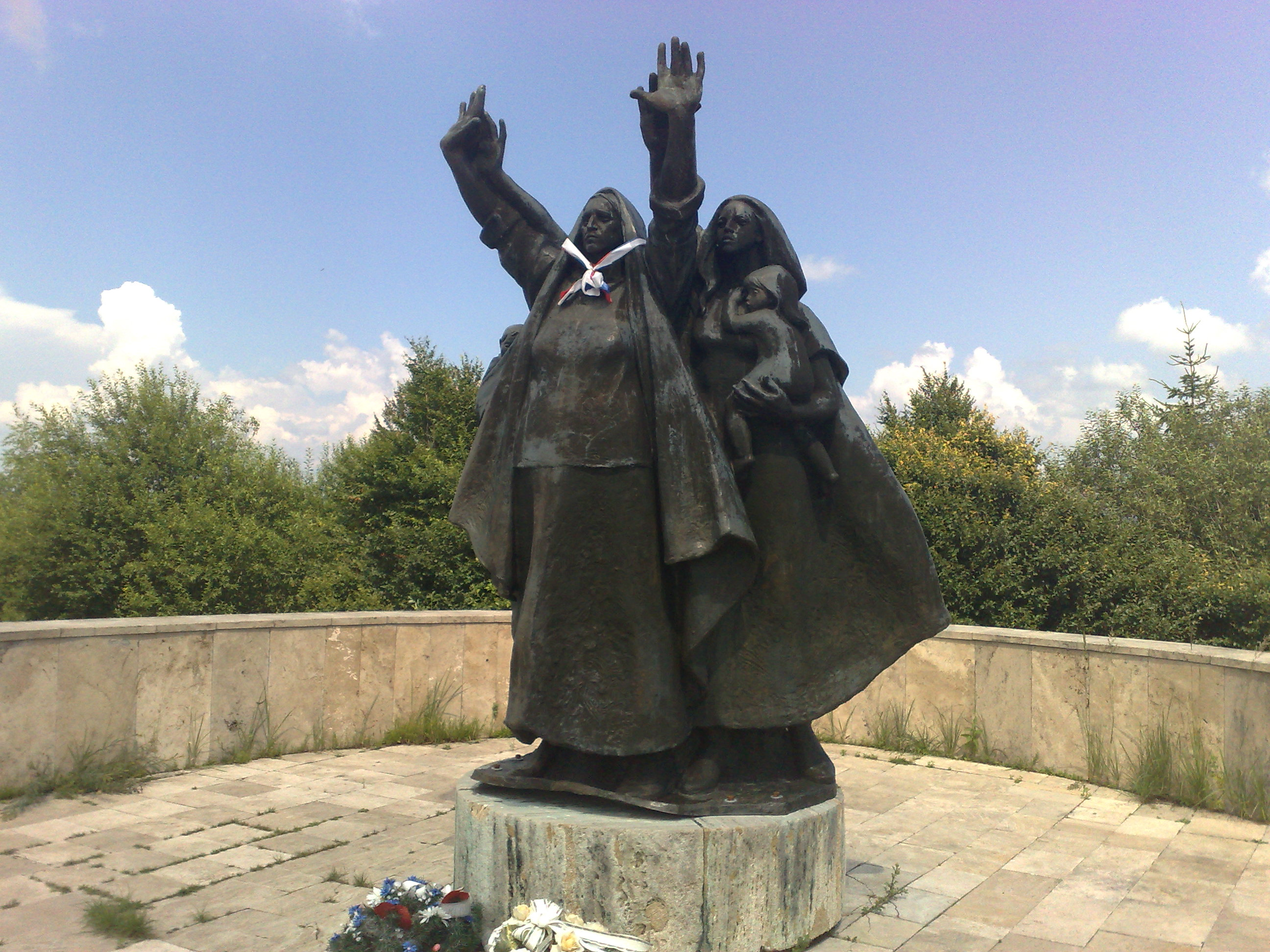
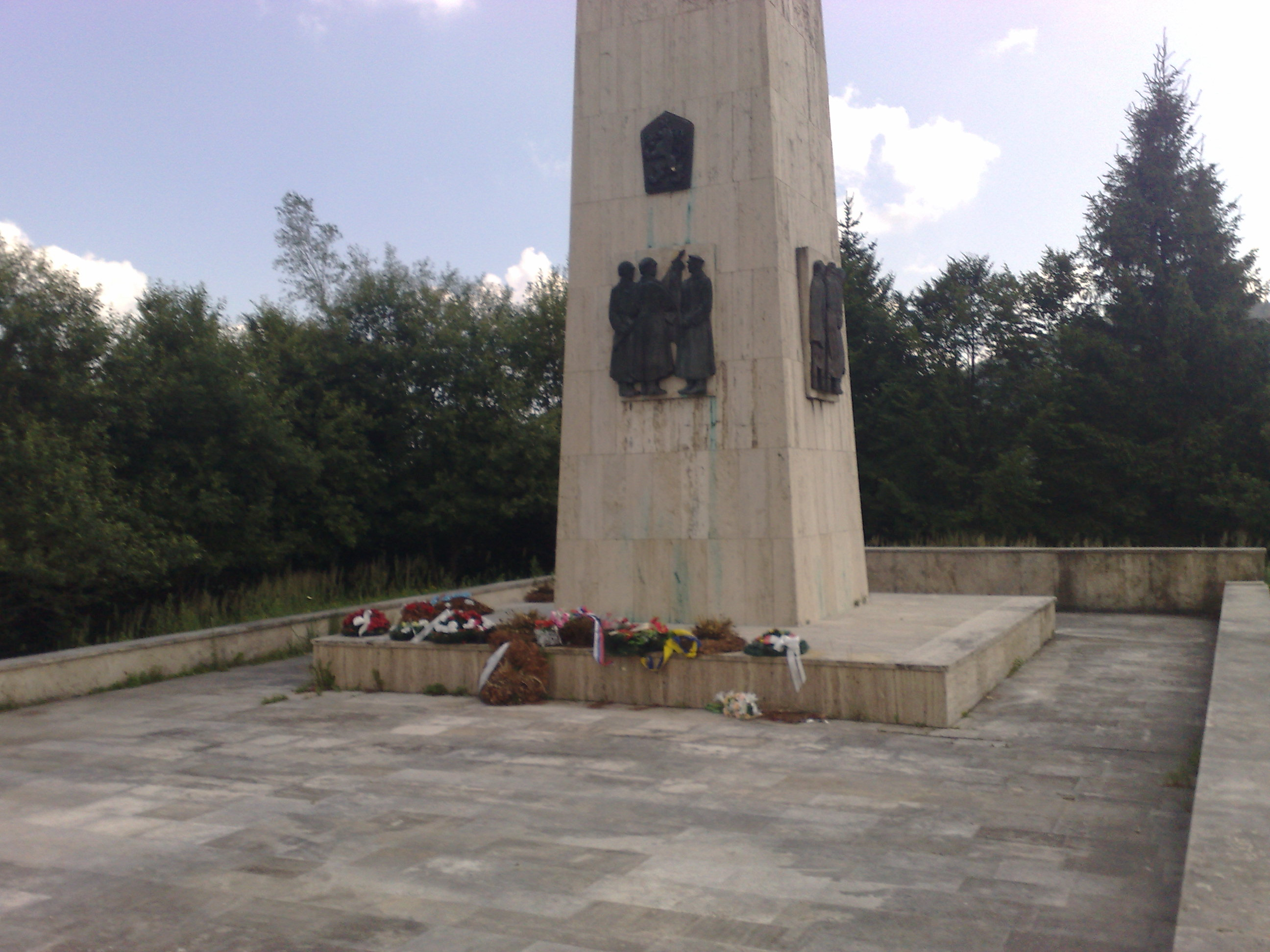
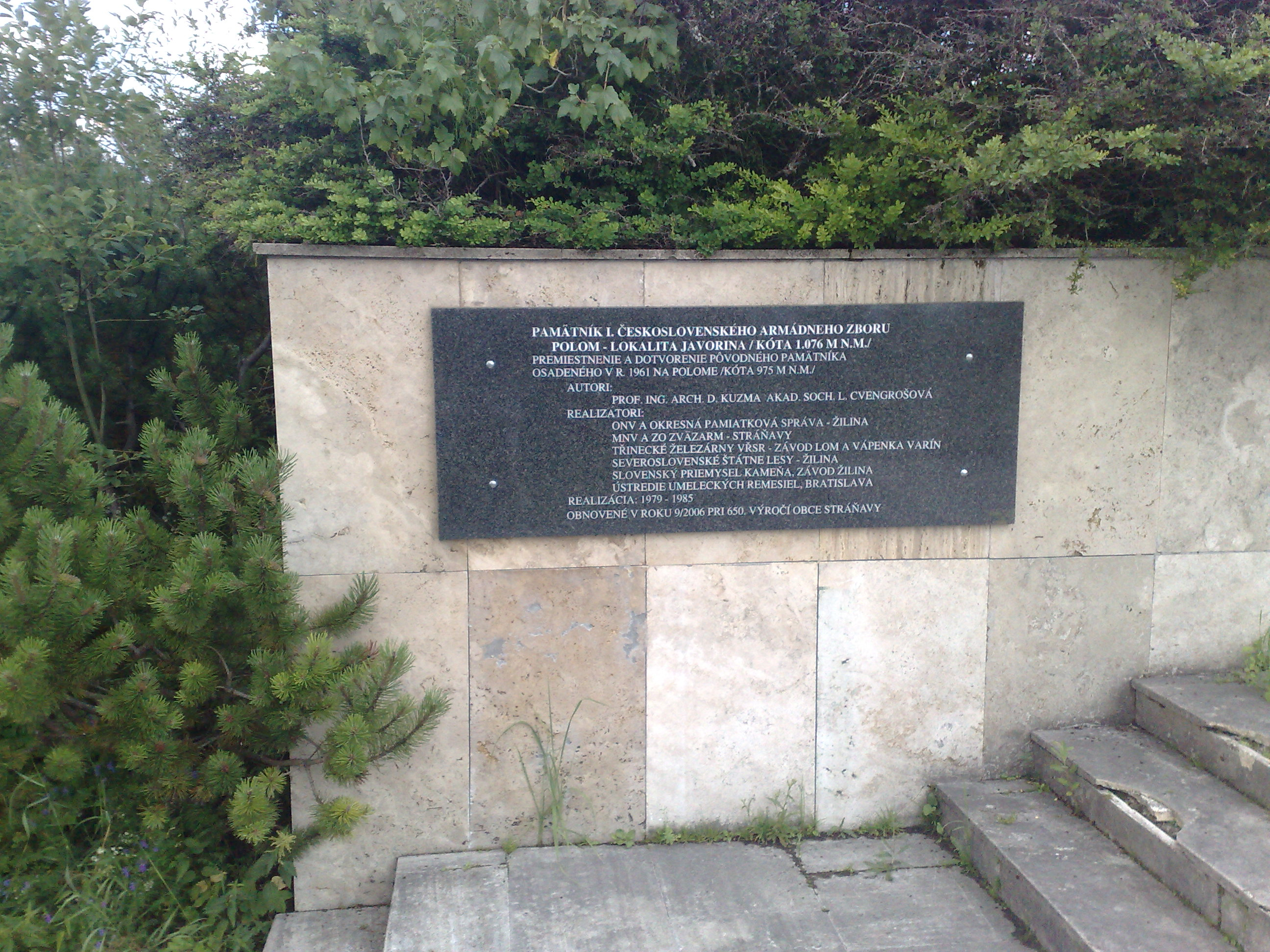

##### Felsőricsó

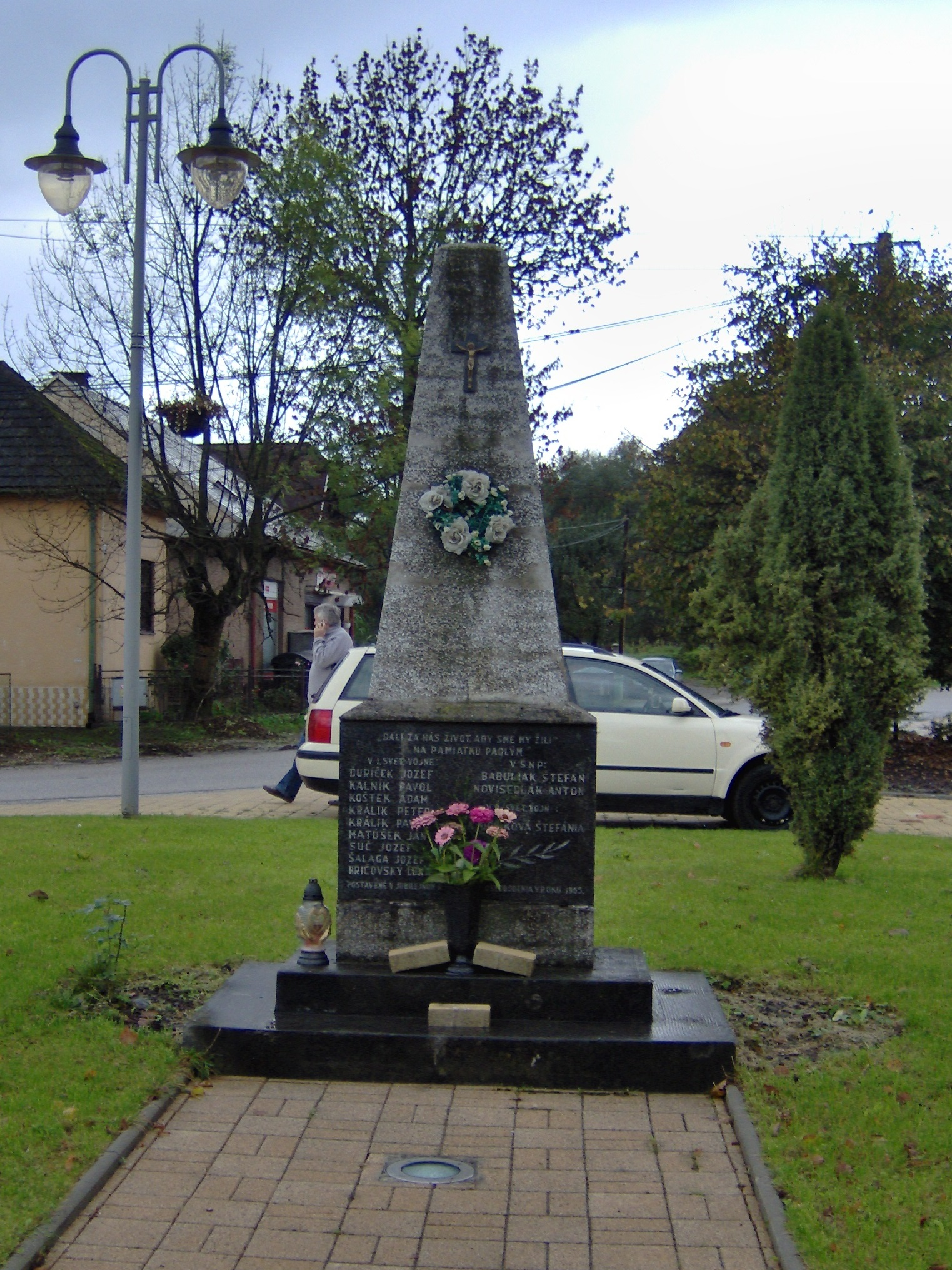

##### Frivaldnádas

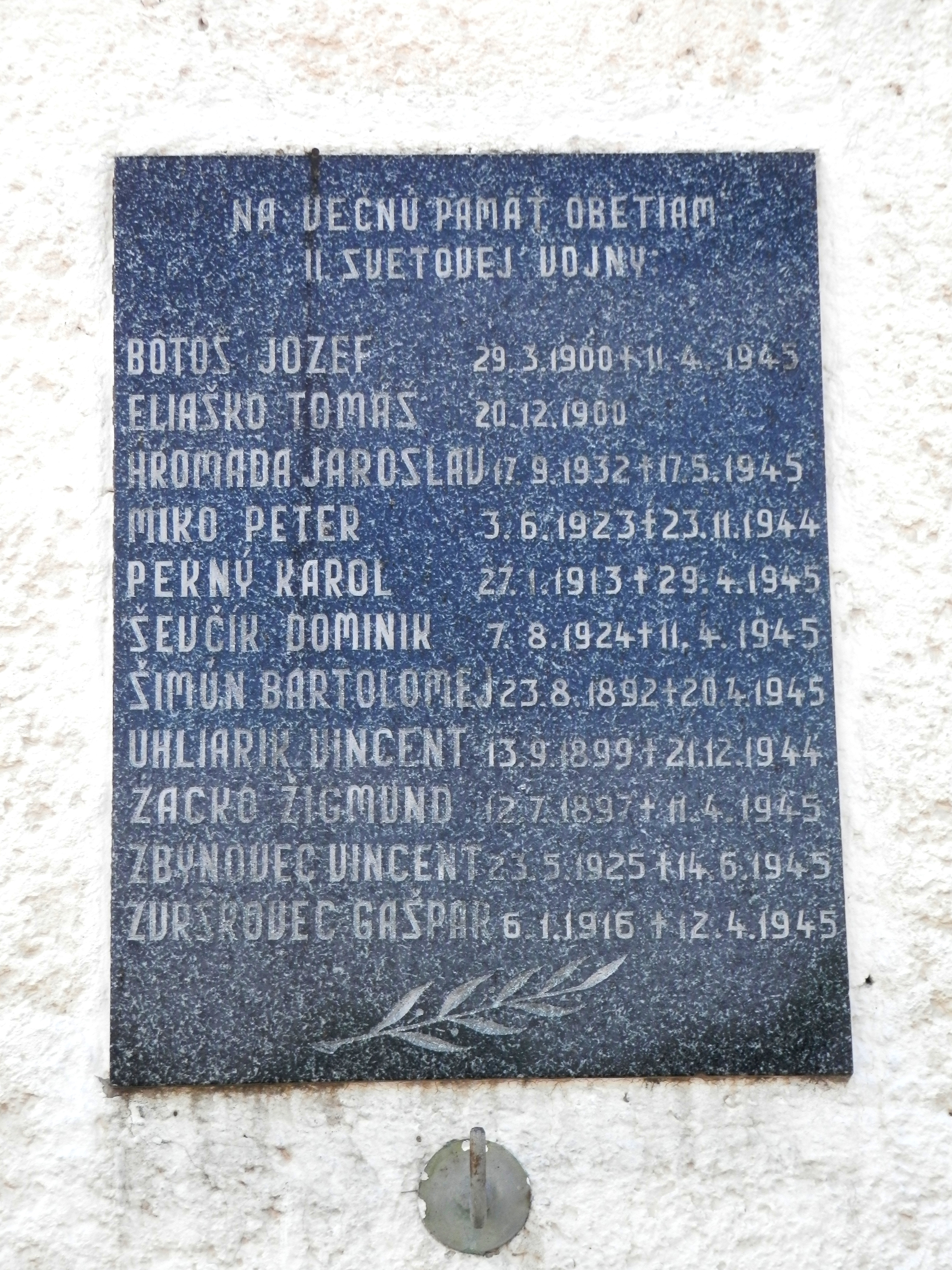

##### Kenyered

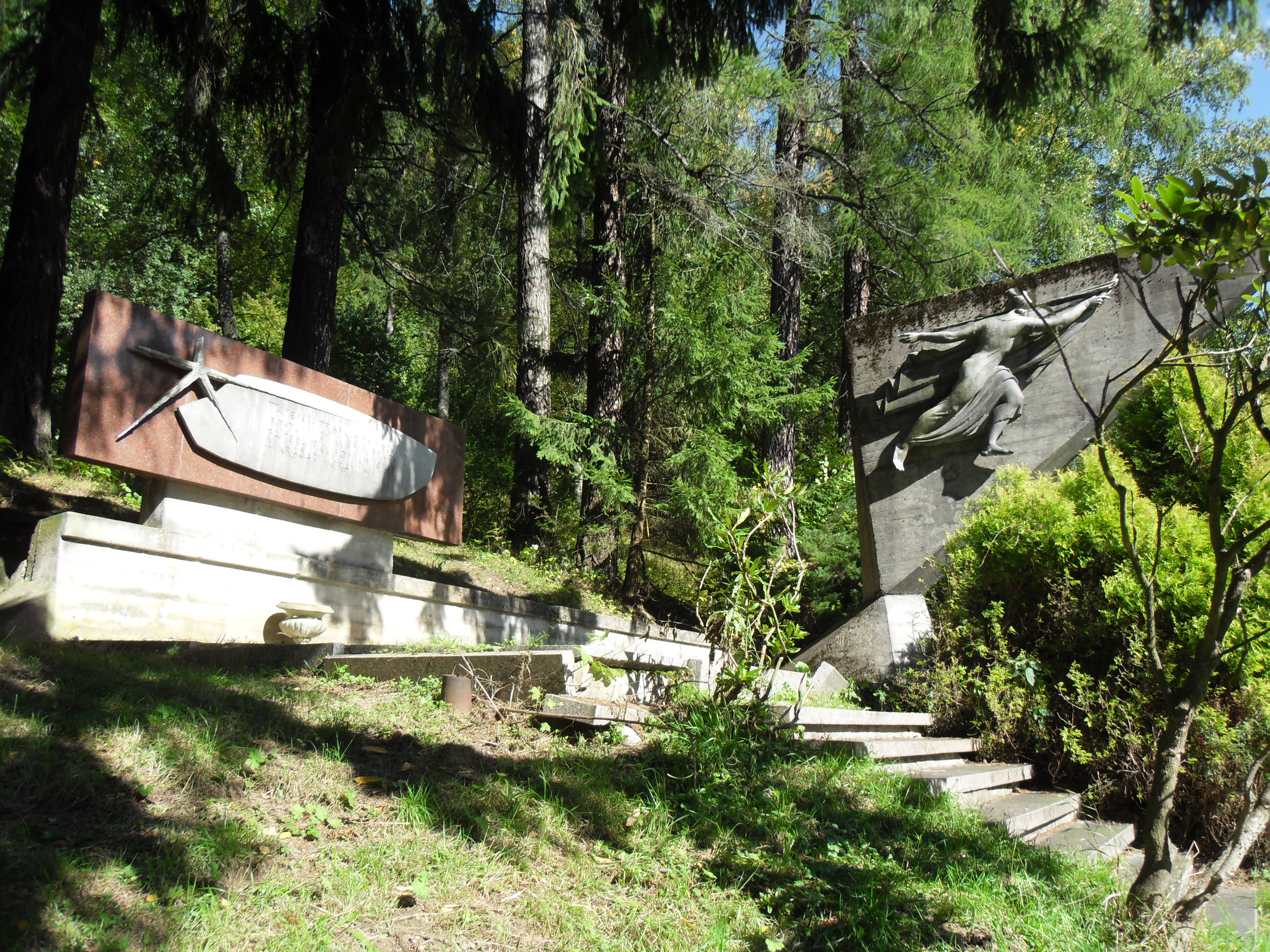

##### Litvailló

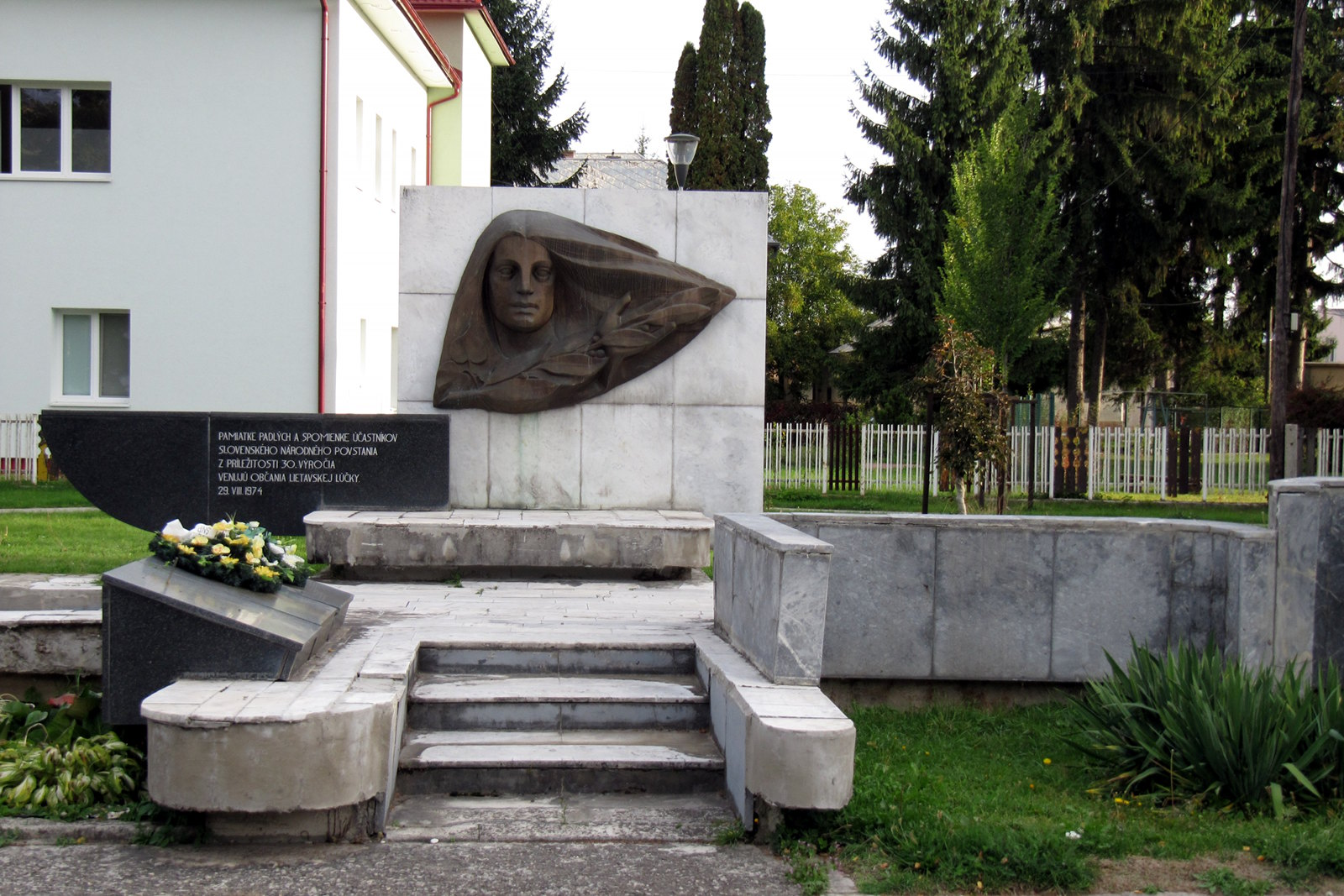
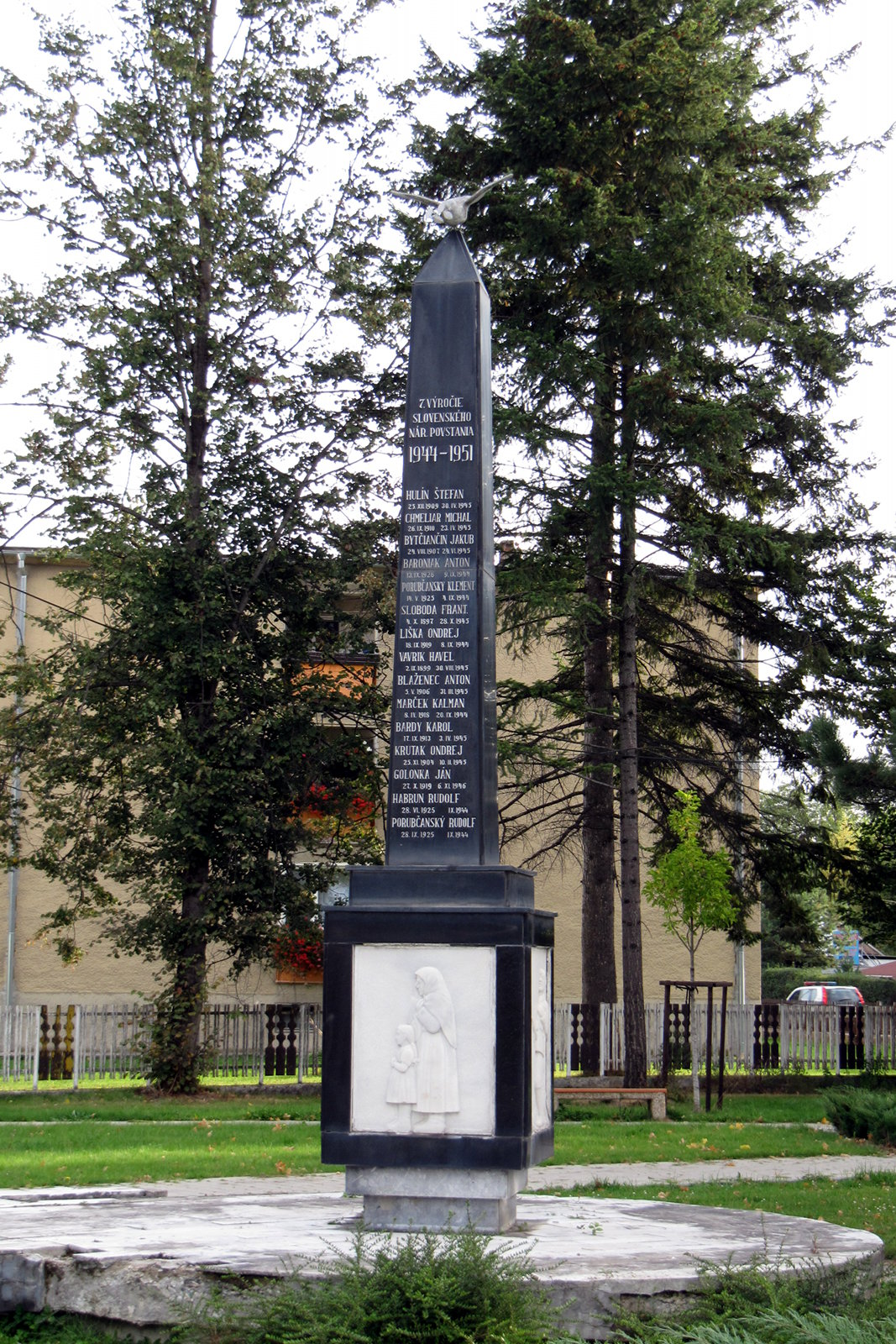

##### Rajec

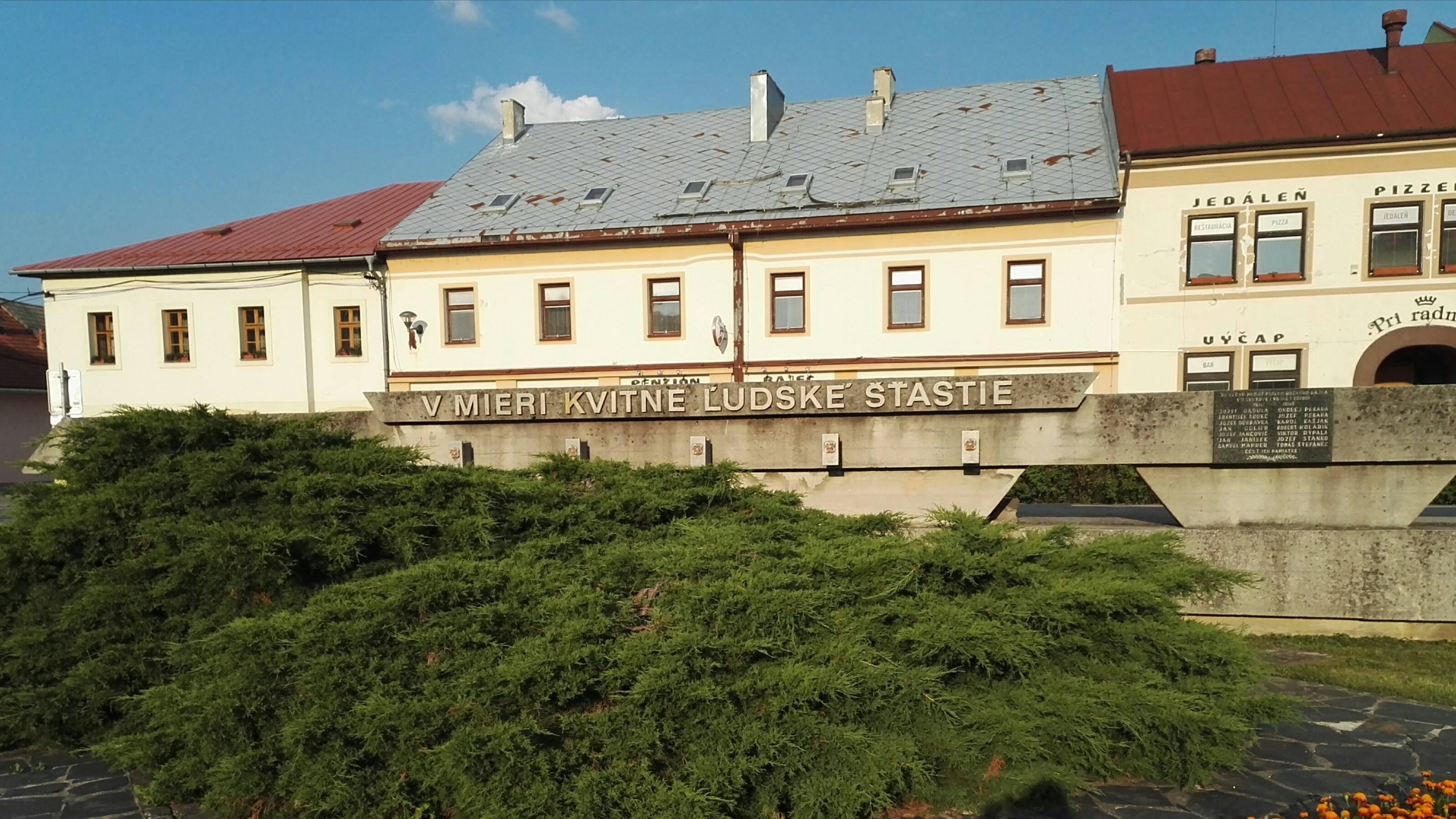
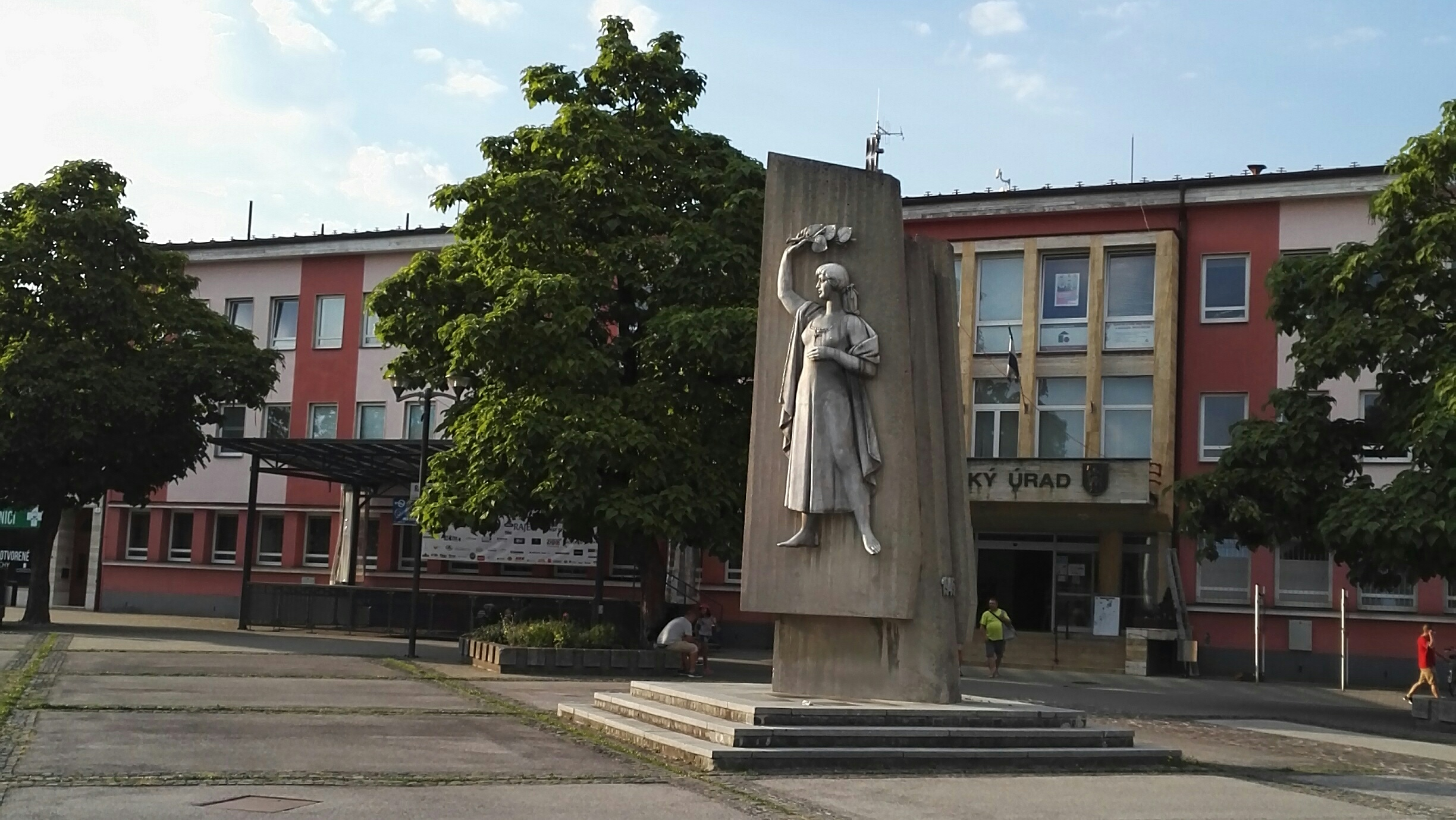

##### Rajecfürdő

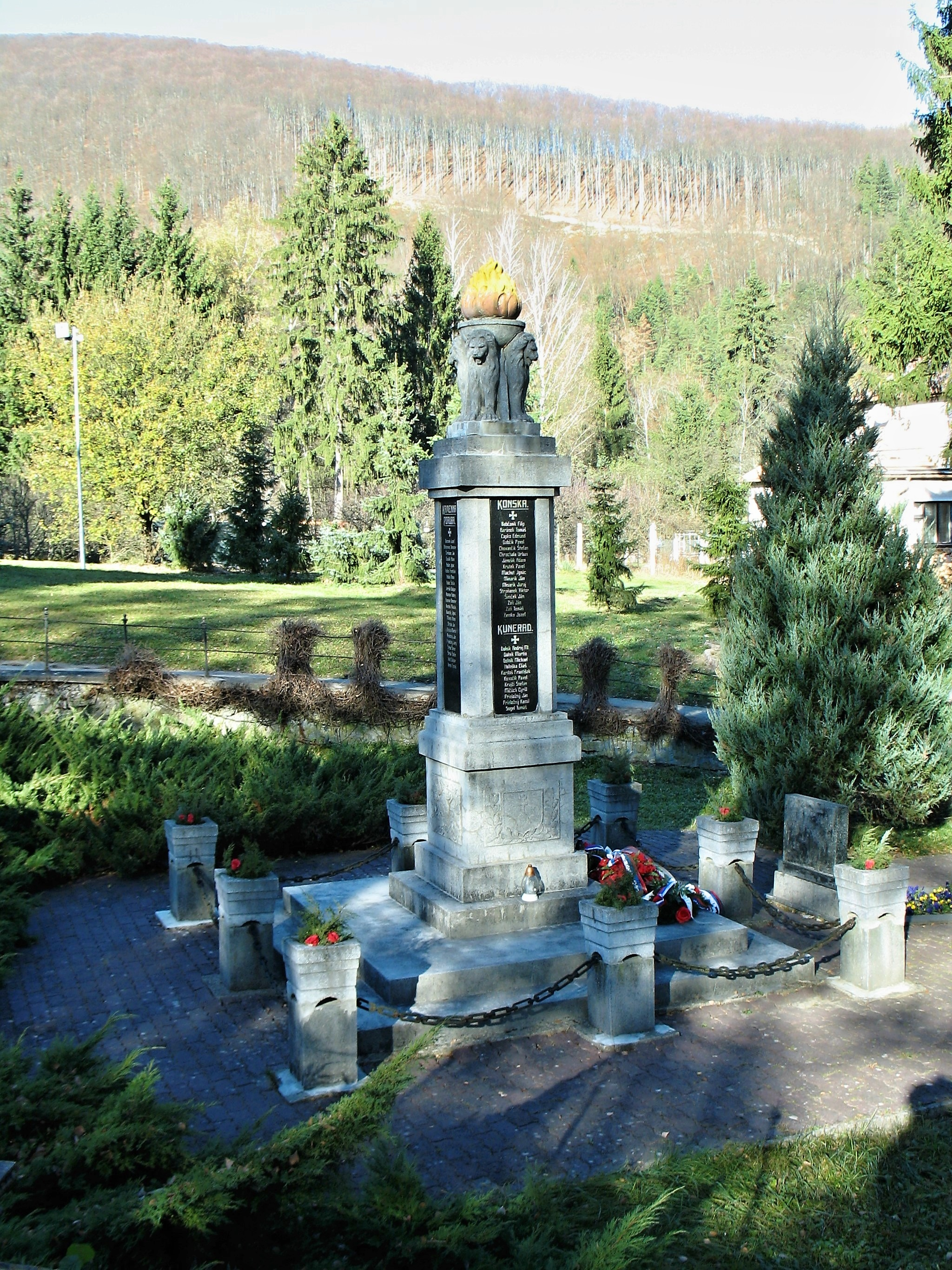

##### Sztrecsény

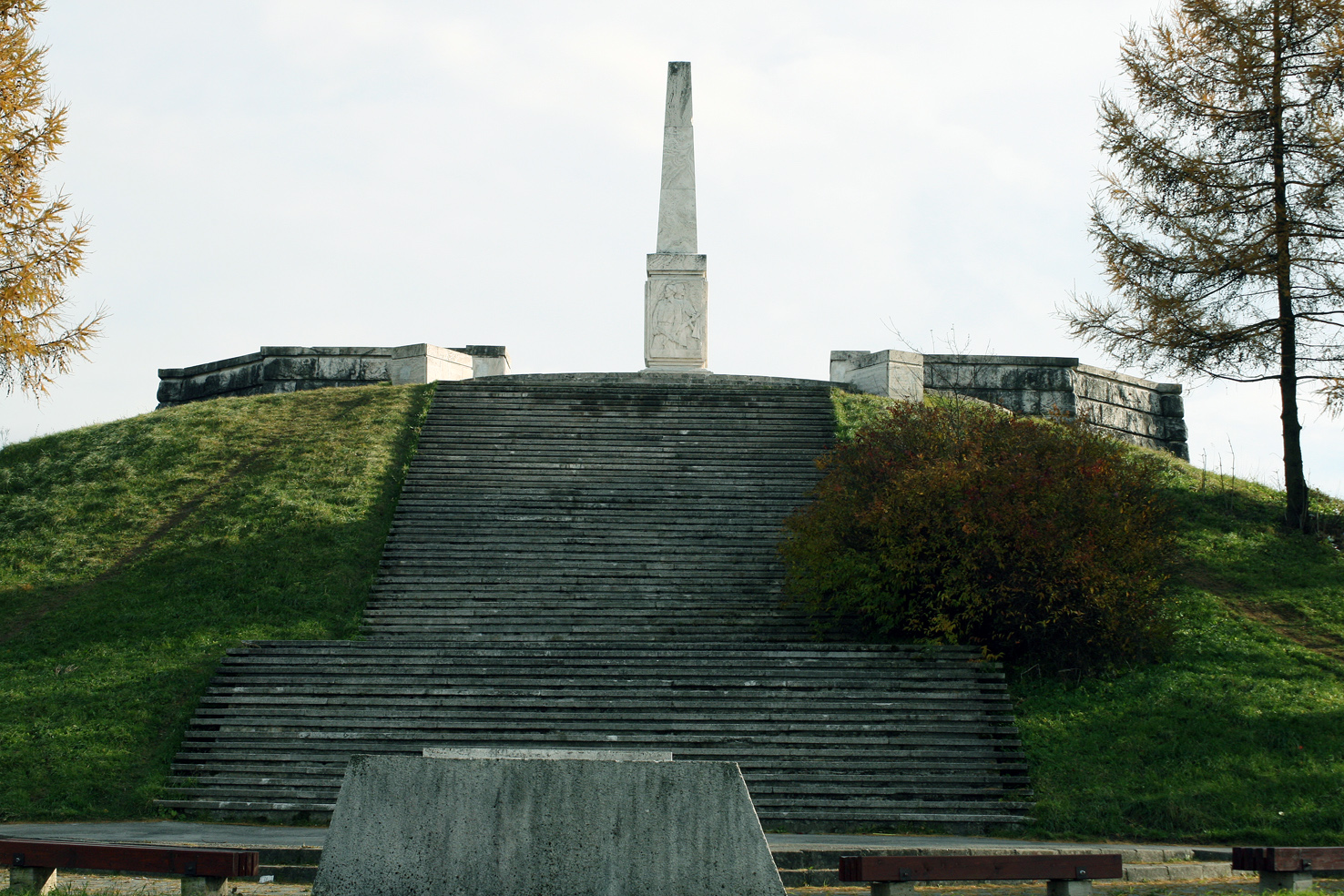
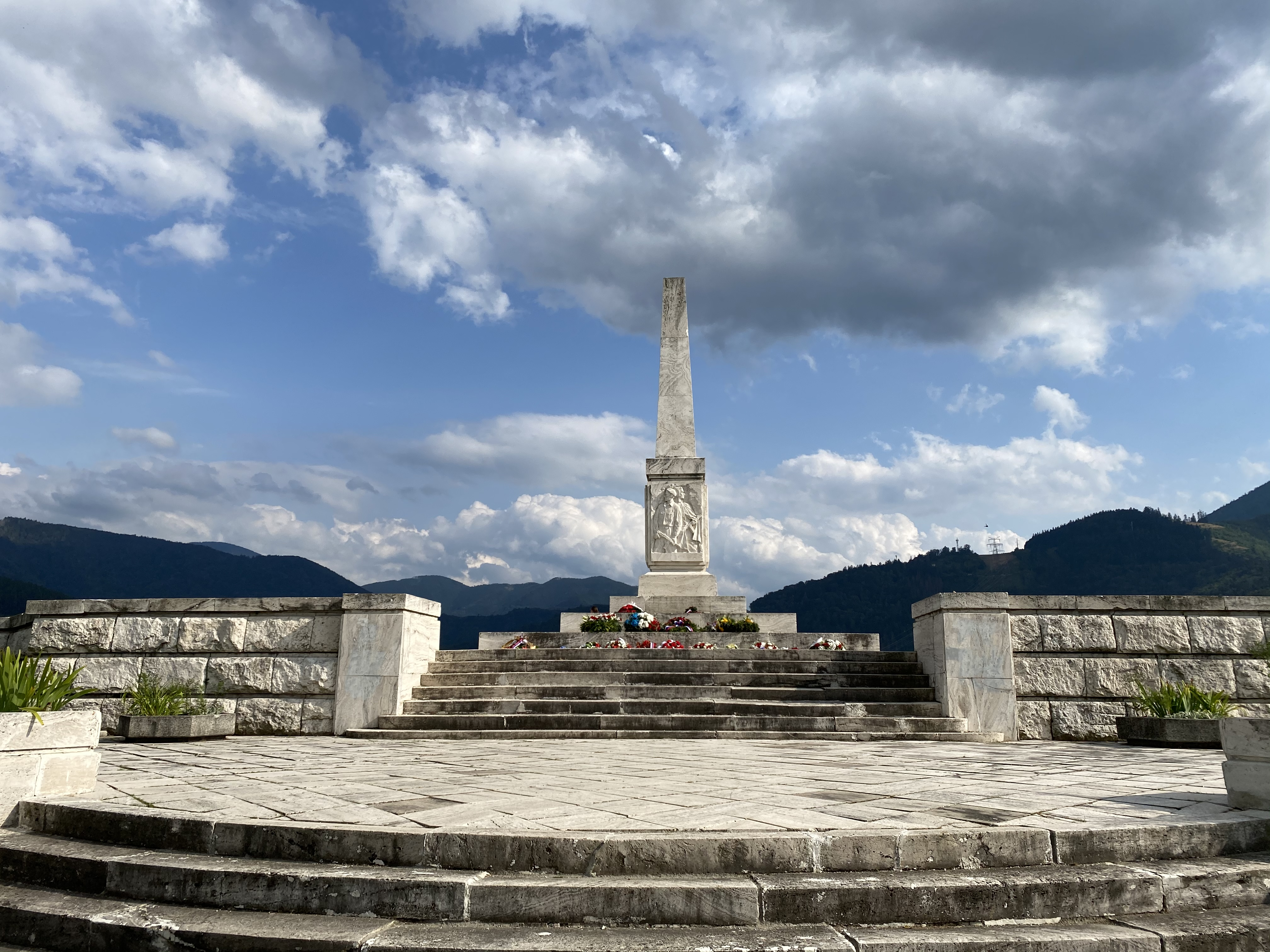

##### Vágtapolca

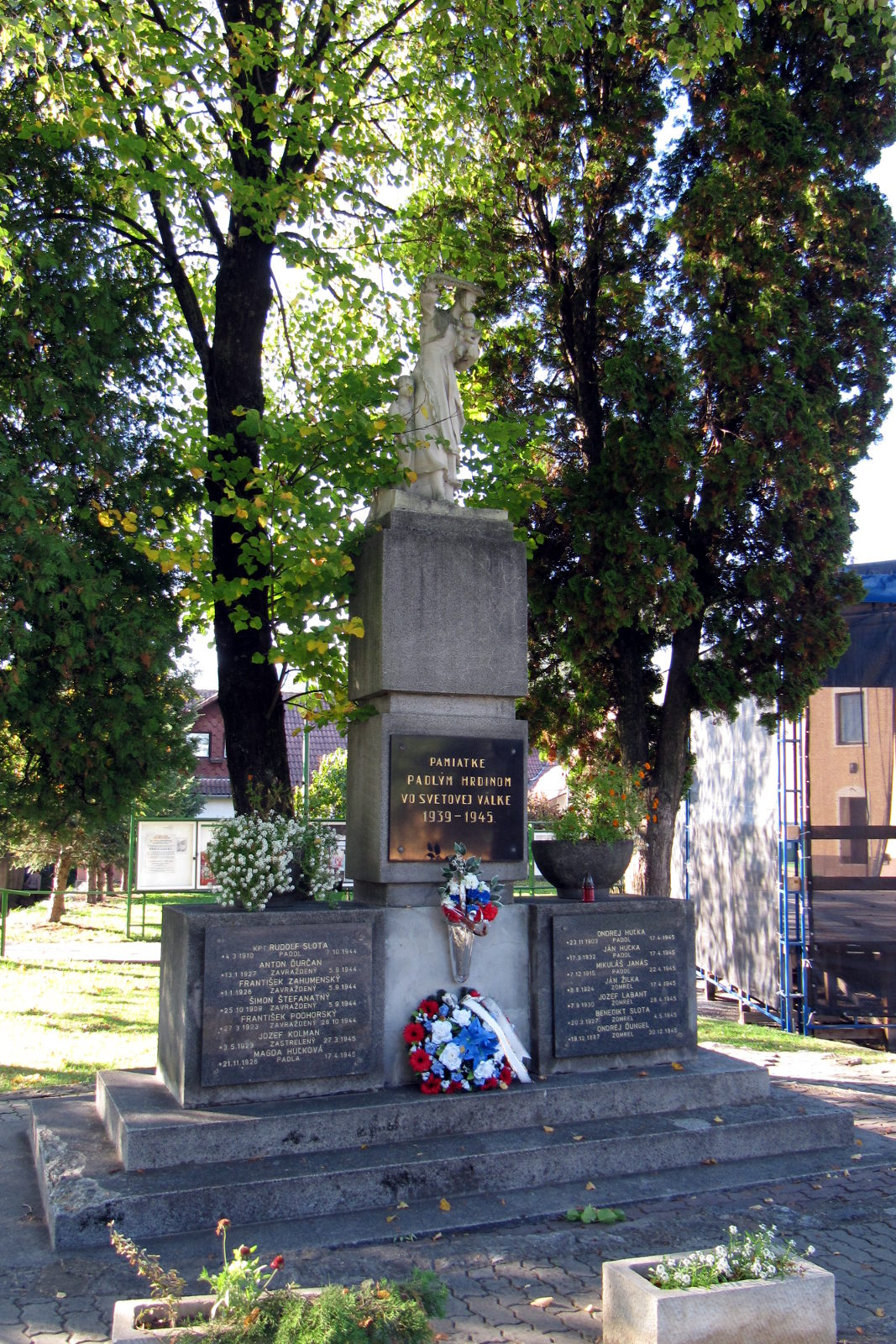

##### Zsolna

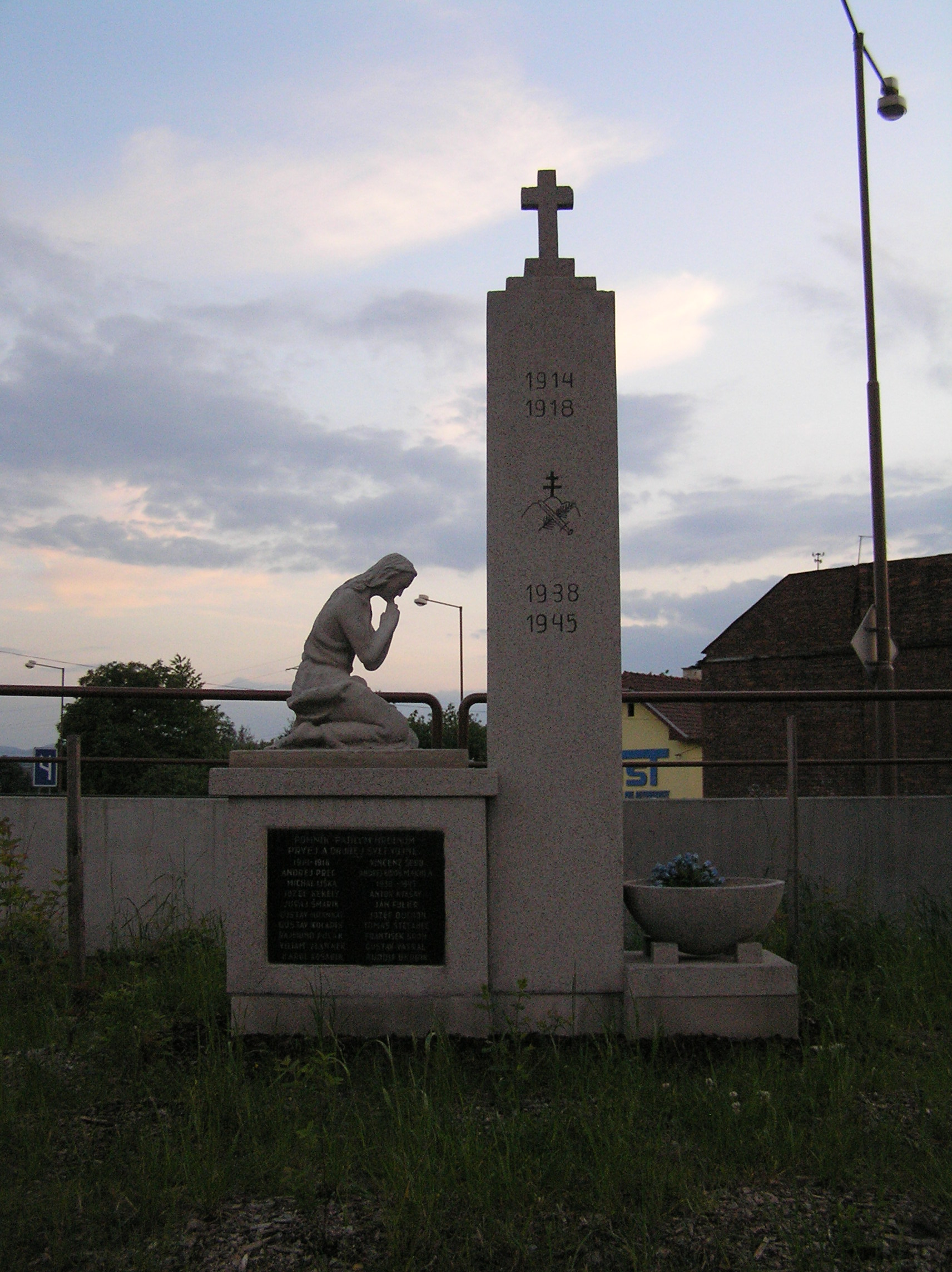
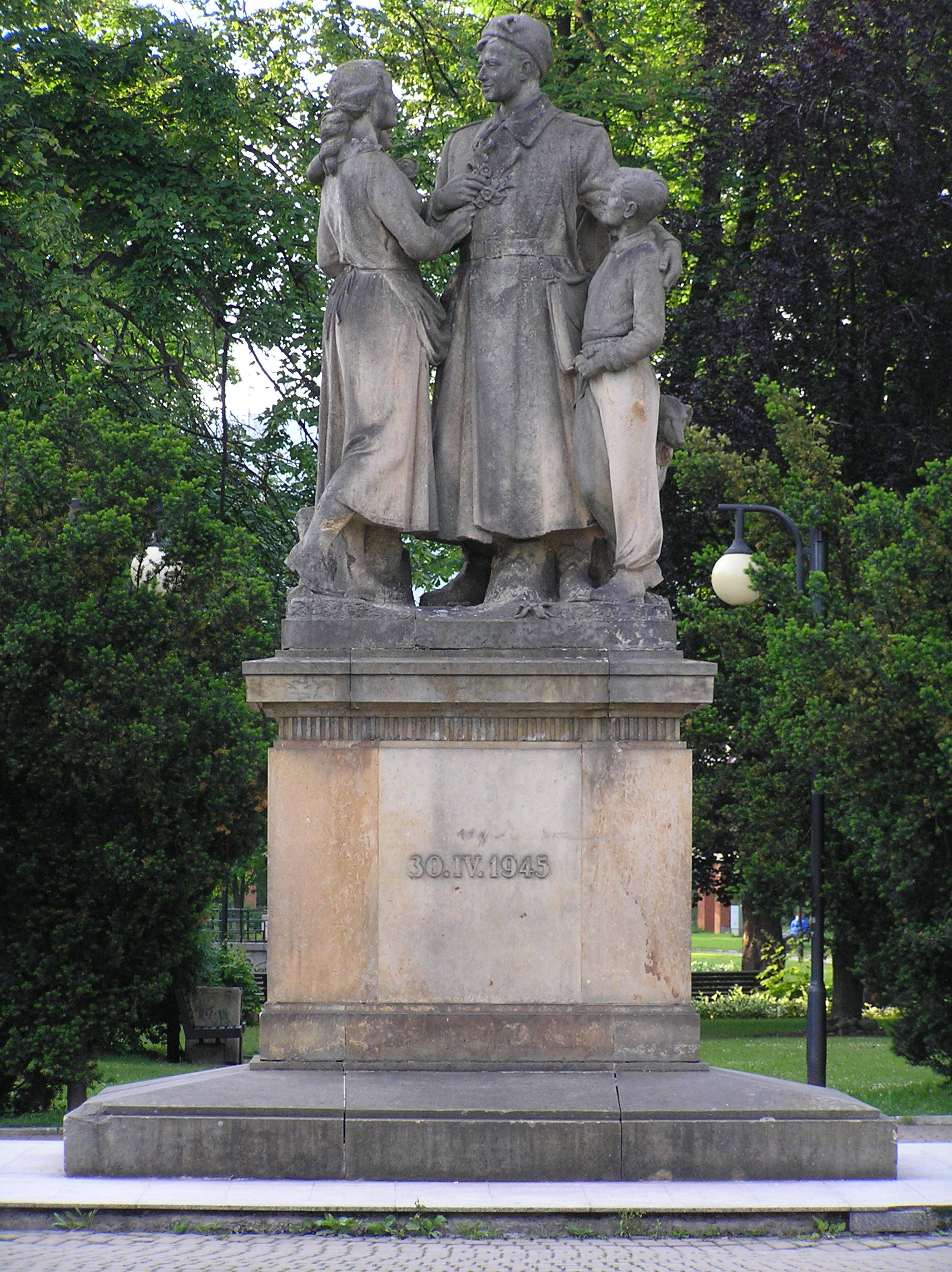
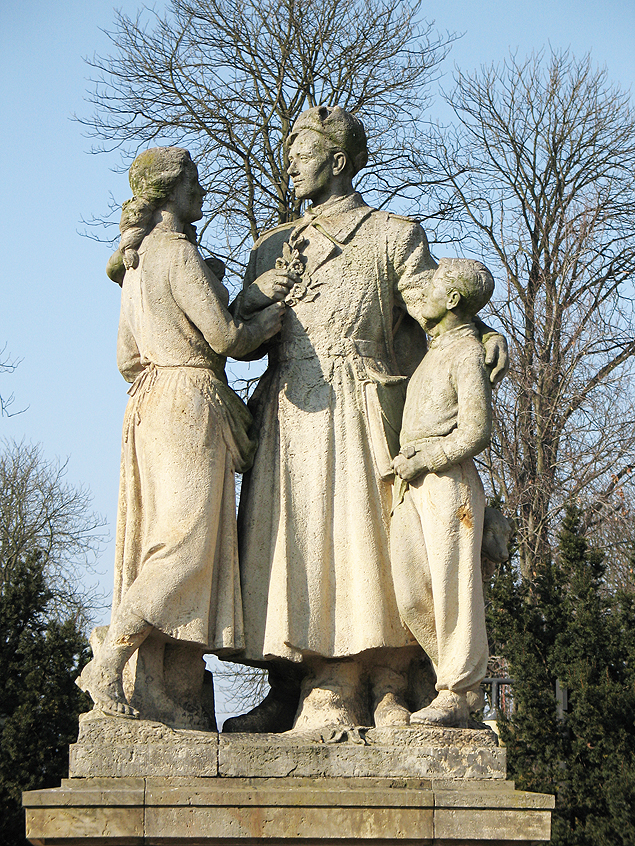
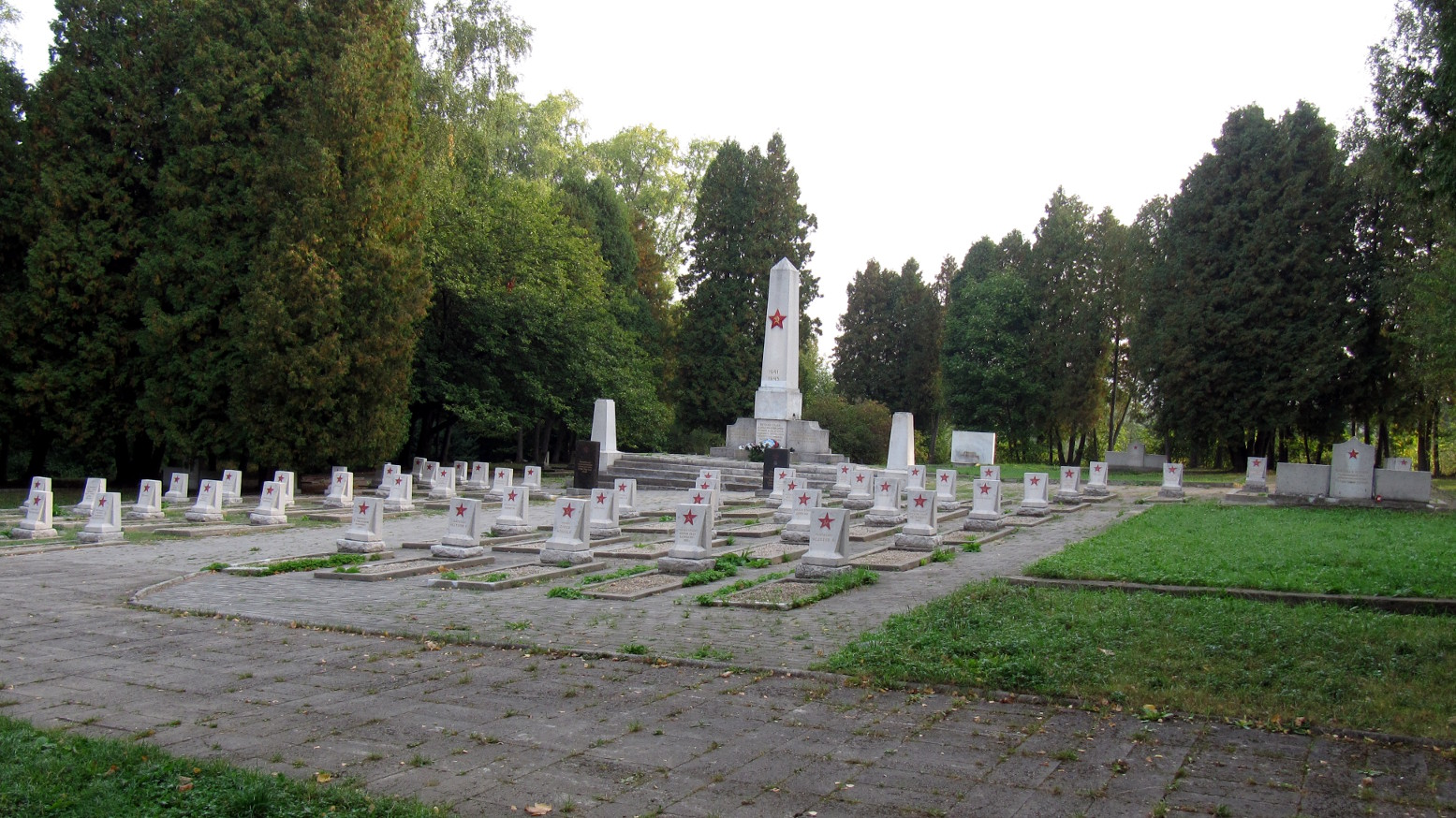
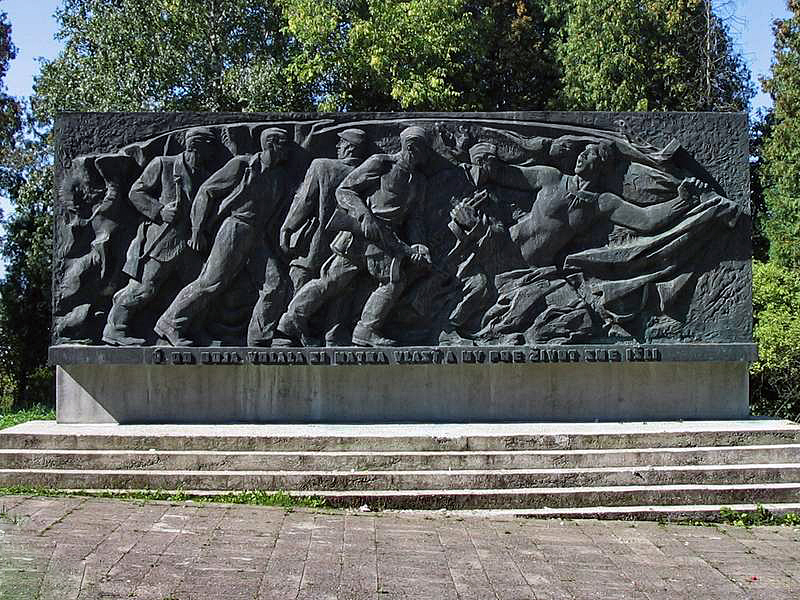

#### Turócszentmártoni járás

##### Bélagyulafalva

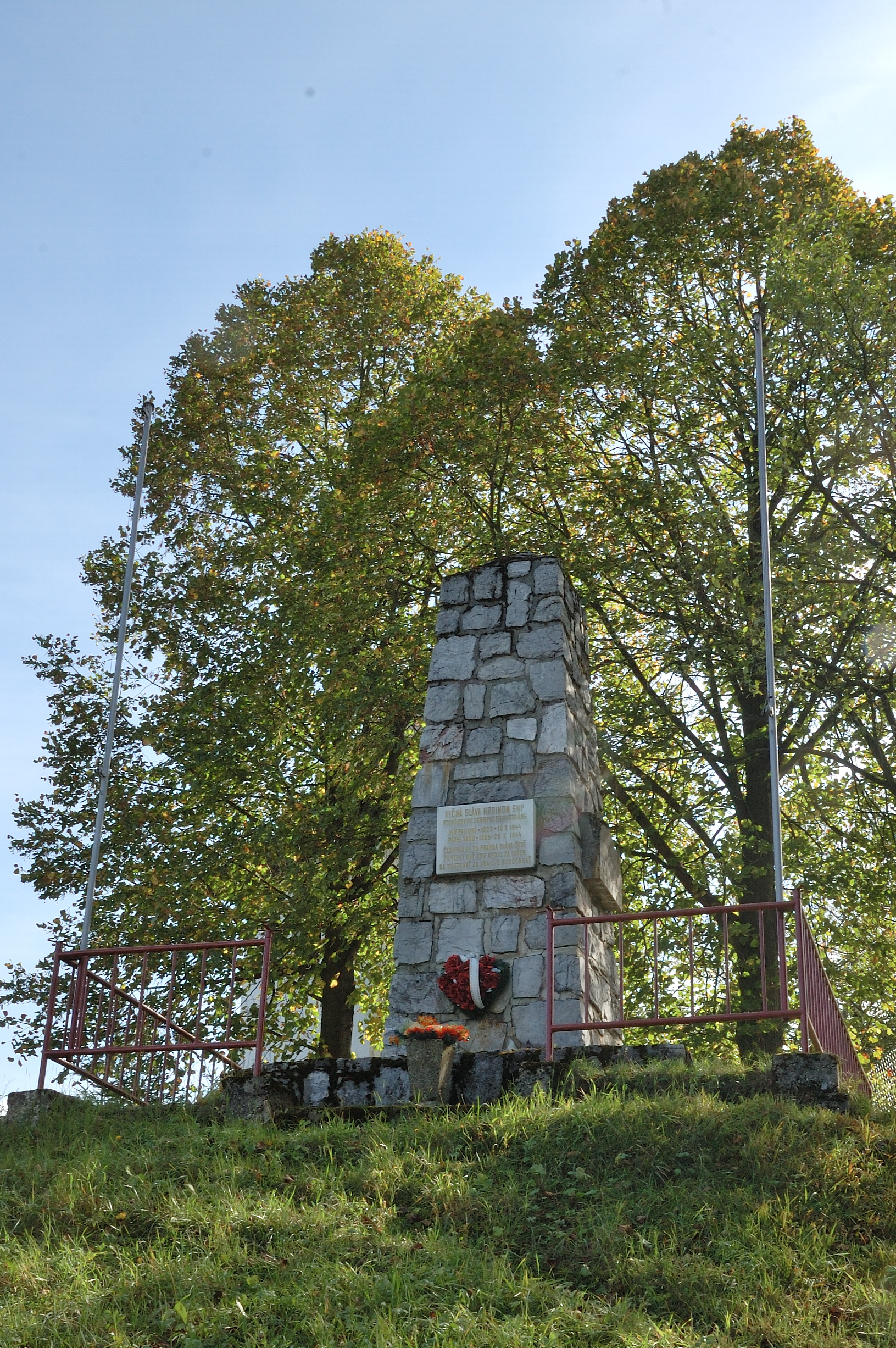
SzNF emlékmű

##### Lamosfalva

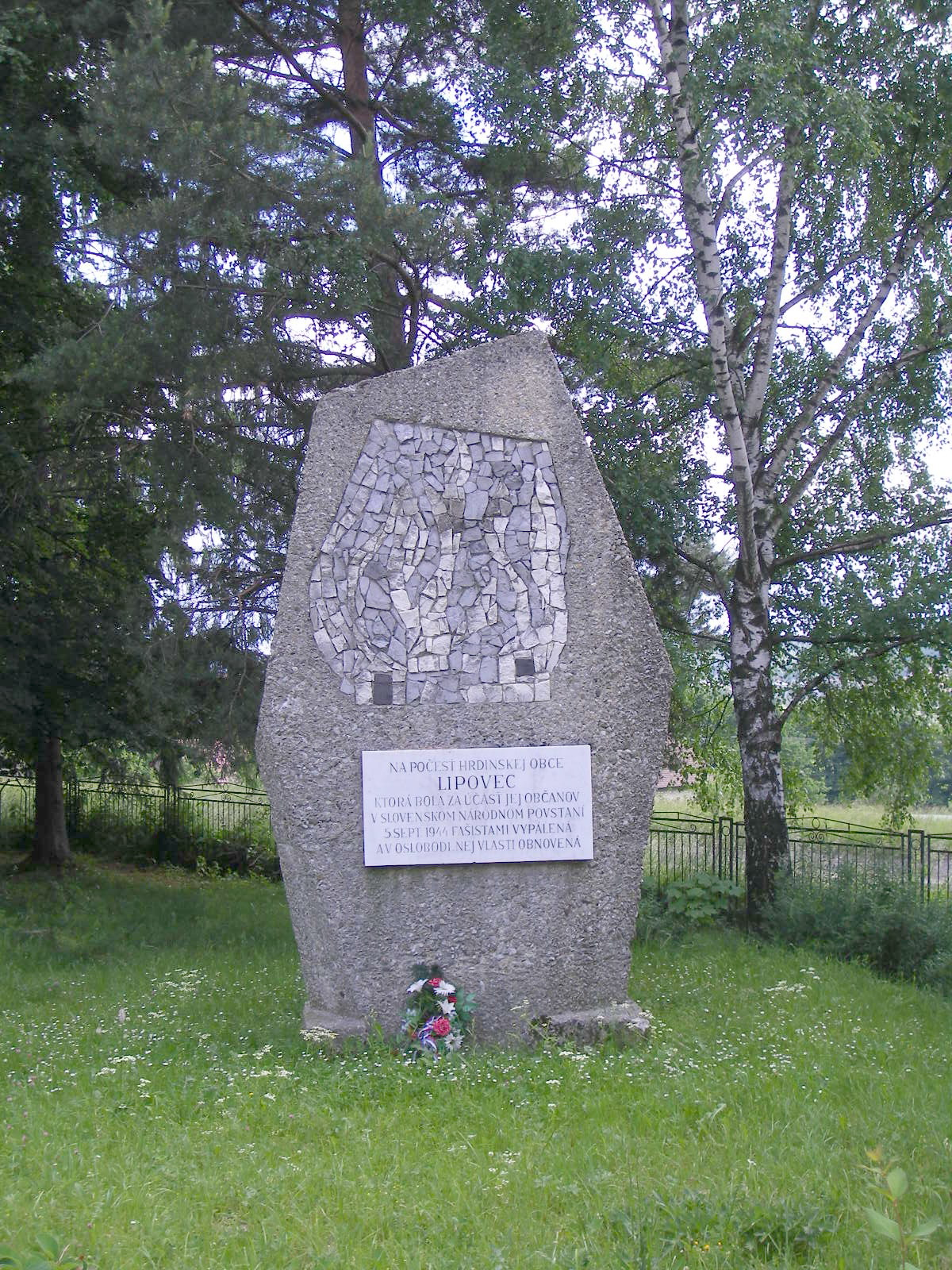
SzNF emlékmű

##### Nagyturány

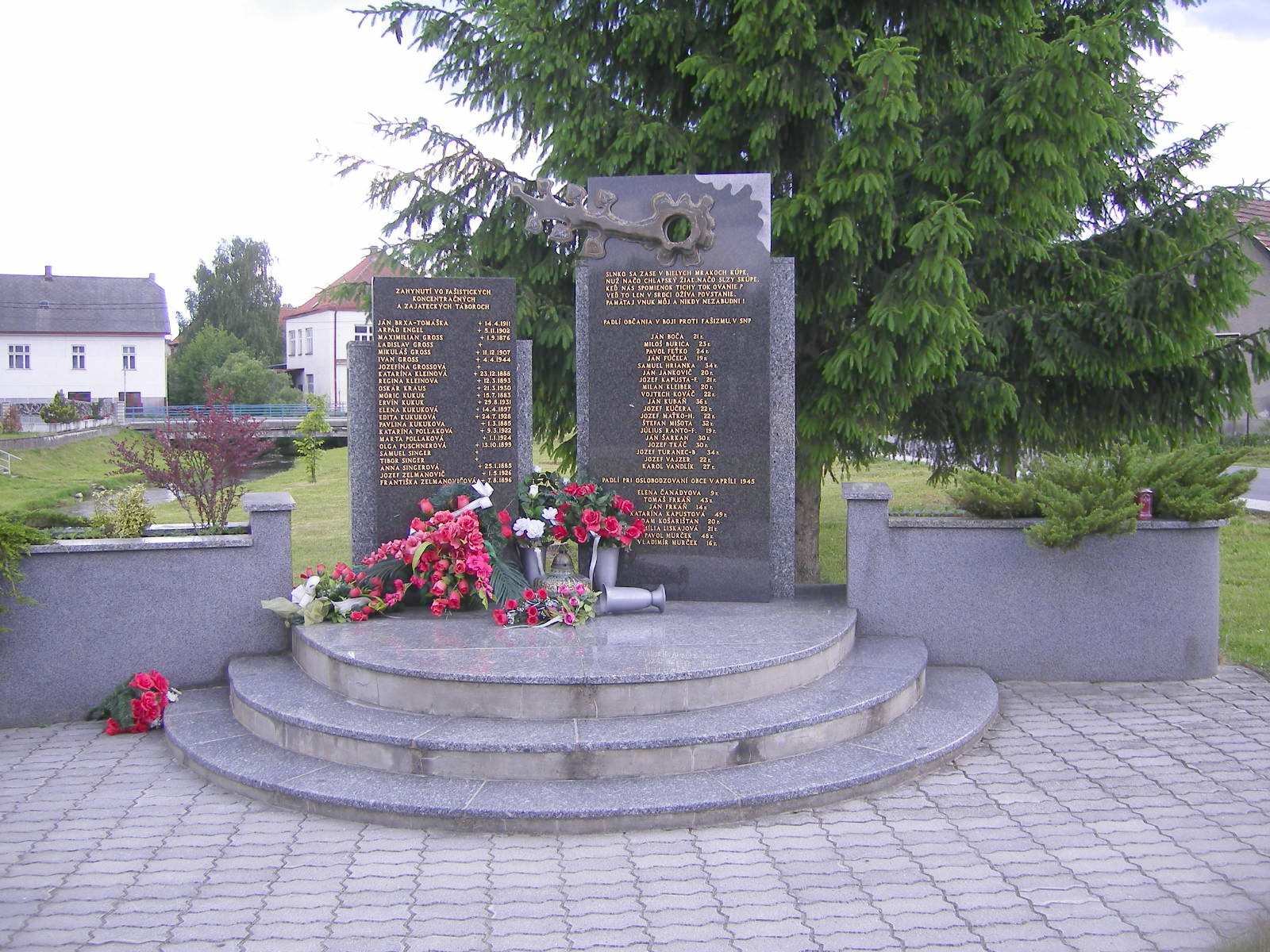
SzNF emlékmű

##### Necpál

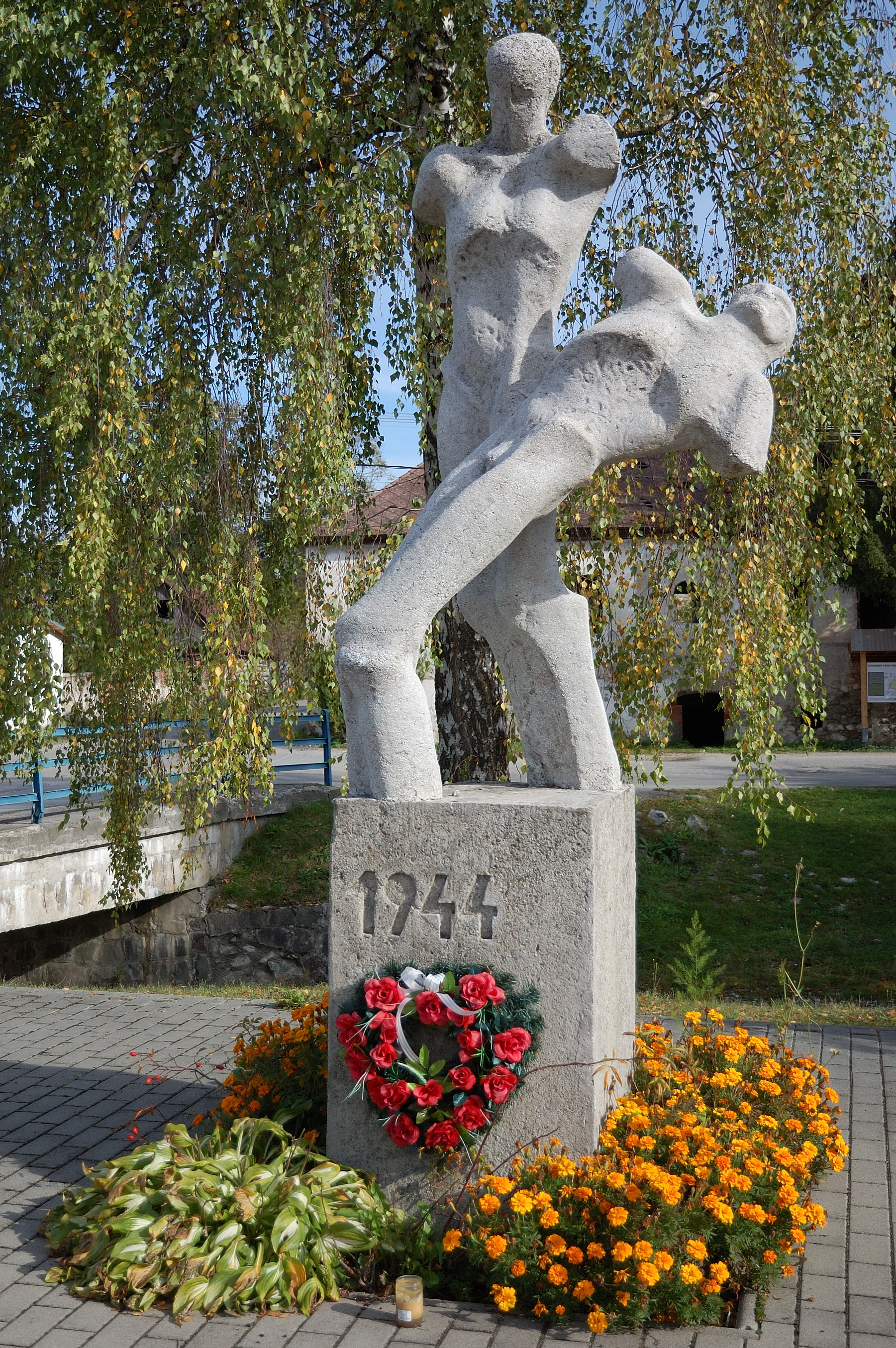
SzNF emlékmű

##### Szklabinya

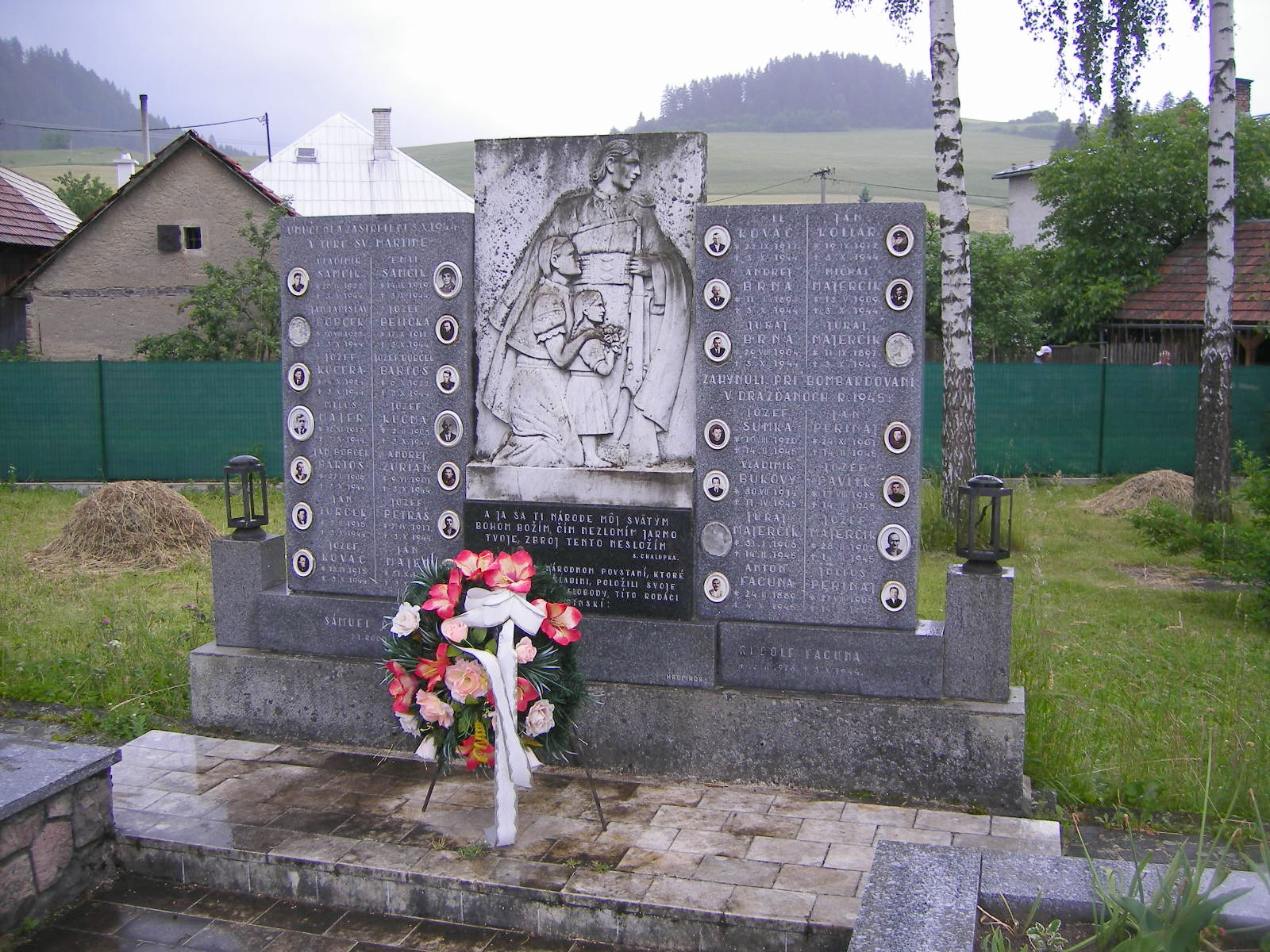
SzNF emlékmű

##### Turócbeszterce

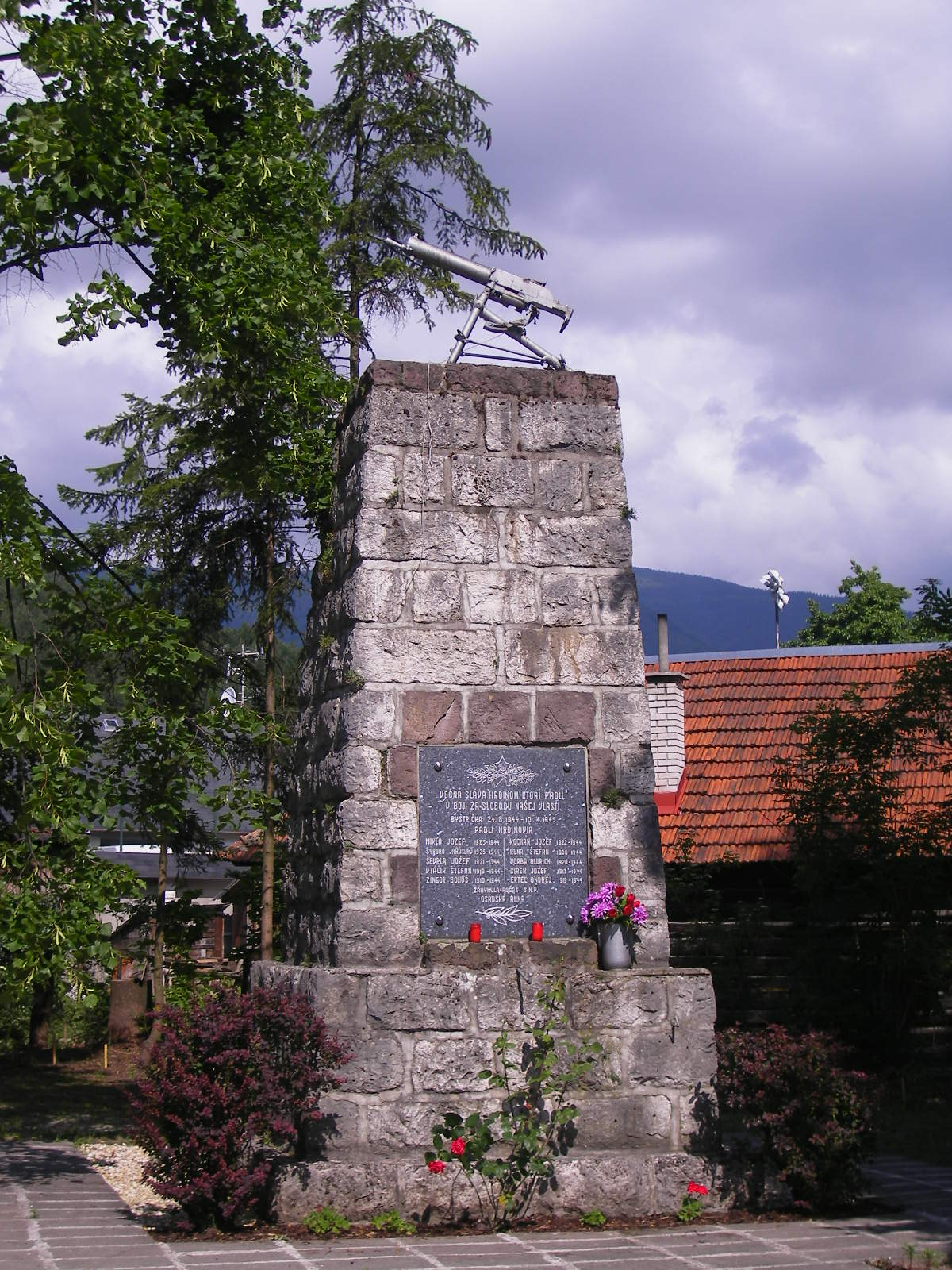
SzNF emlékmű

##### Turócszentmárton–Révayfalva

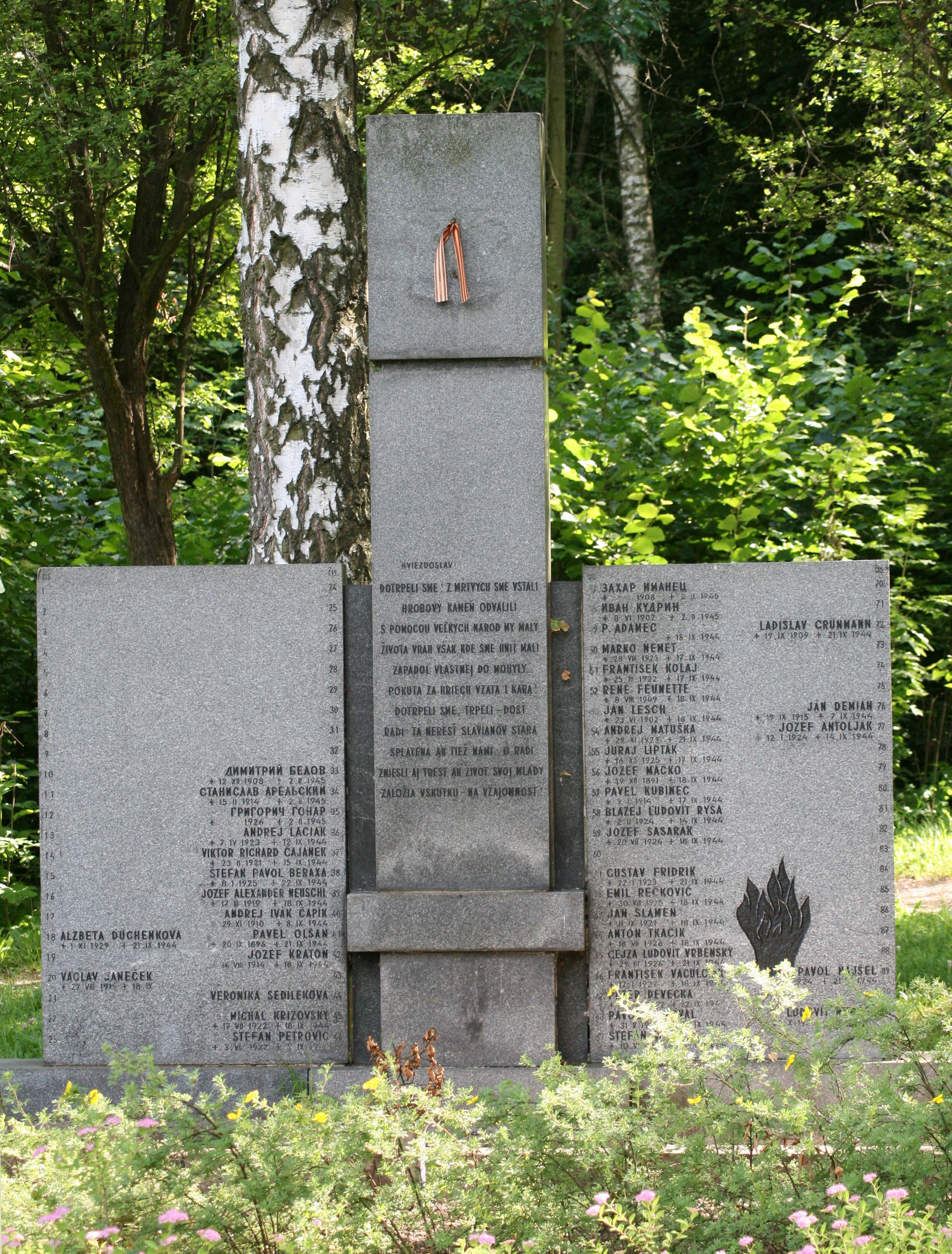
SzNF emlékmű

##### Vágkelecsény

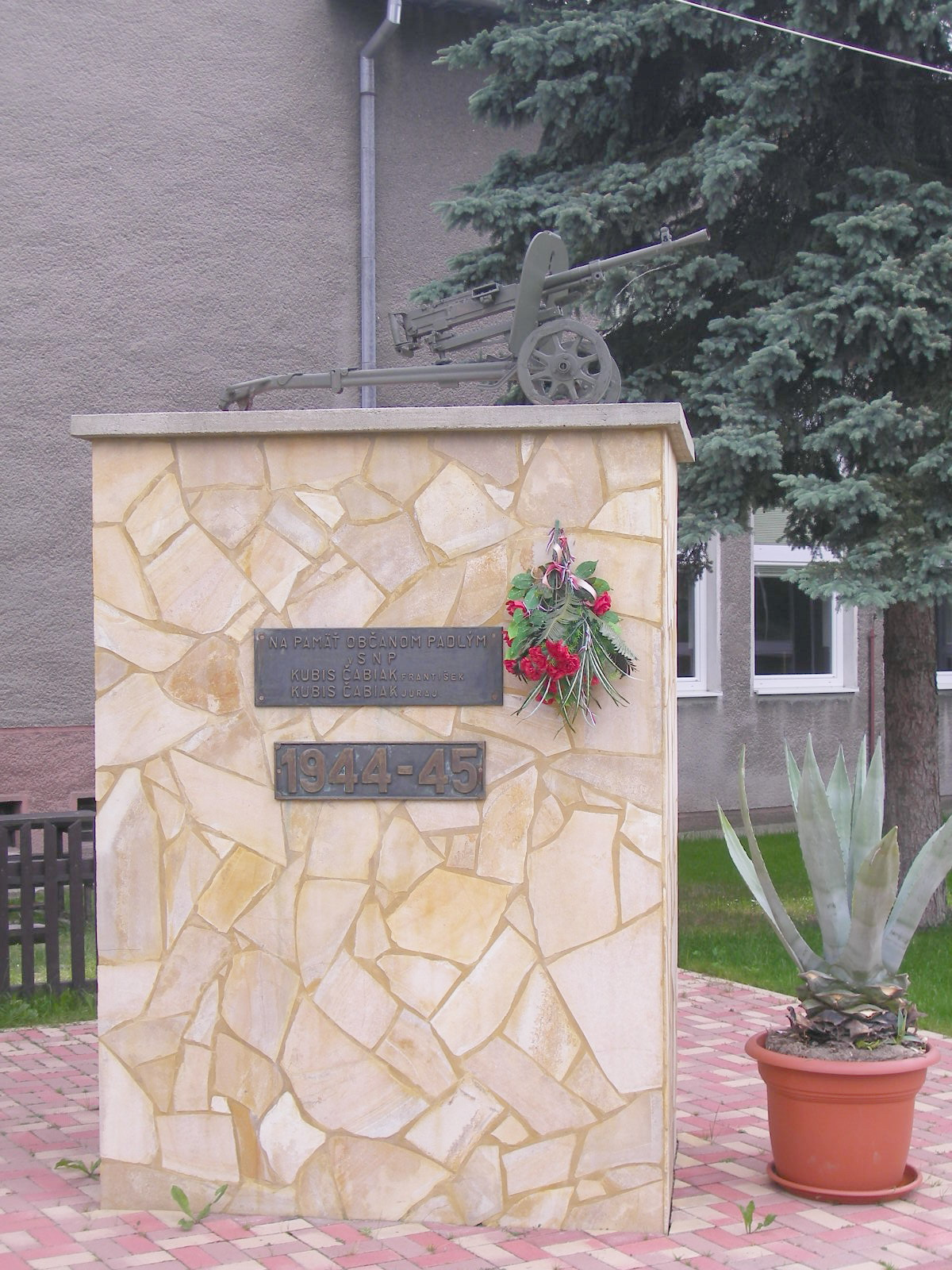
SzNF emlékmű

##### Zsámbokrét

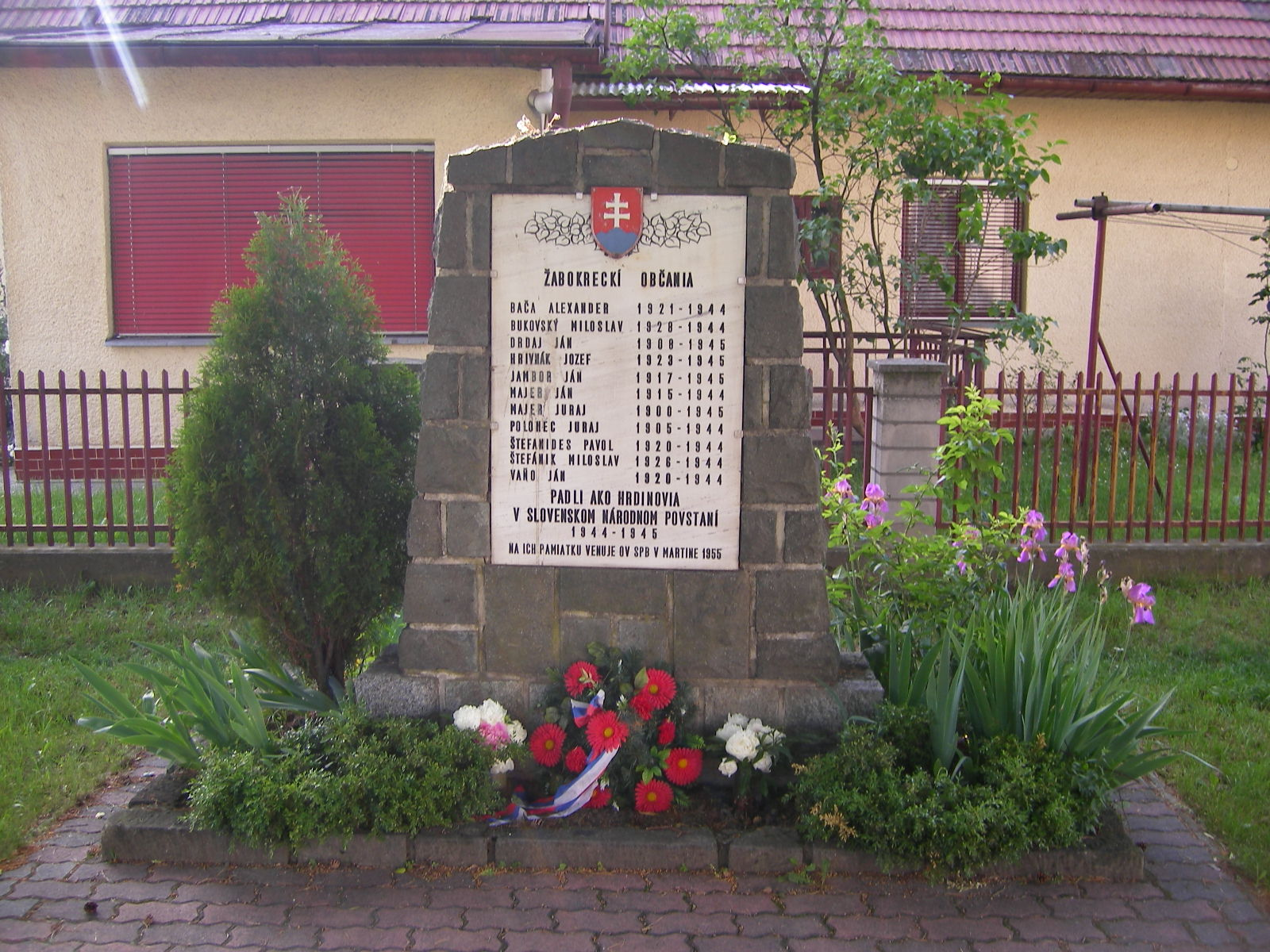
SzNF emlékmű

## Külső hivatkozások
- hadisir.hu
- hadifogoly.hu
- haborus keresoszolgalat
- A Magyar Családtörténet-kutató Egyesület adattára
- ma7.sk